# Match Fischer-Spassky de 1992
Cet article utilise la notation algébrique pour décrire des coups du jeu d'échecs.
Le match Fischer-Spassky de 1992, entre les anciens champions du monde d'échecs l'Américain Bobby Fischer et le Russe naturalisé français Boris Spassky.
Ce match a été présenté comme un championnat du monde d'échecs, mais c'était un match officieux et non reconnu comme tel par la Fédération internationale des échecs. Il est présenté comme un match revanche du Championnat du Monde d'échecs de 1972.
Le match commence à Sveti Stefan, une île toute proche de la côte du Monténégro. Les règles nécessaires pour qu'un joueur gagne est de gagner dix parties, sans ajournements. Après qu'un joueur a gagné cinq parties, le match prend une pause de dix jours pour ensuite continuer à Belgrade, la capitale de la Serbie. Les deux endroits faisaient alors partie du même pays, la République fédérale de Yougoslavie, qui était soumis aux lourdes sanctions économiques de l'ONU en raison de l'implication du pays dans la guerre en Croatie et en Bosnie.
Fischer remporte le match 10 victoires à 5, avec 15 nulles qui ne comptaient pas.

## Contexte
Après avoir battu Spassky puis remporté le titre de Champion du Monde lors du Championnat du monde d'échecs 1972, Fischer devait défendre son titre en 1975 contre le vainqueur du tournoi des candidats 1974, Anatoly Karpov. Fischer, cependant, était malheureux vis-à-vis du format prévu du Championnat du Monde : un match en 24 parties, le vainqueur étant le joueur à
marquer 12½ points; si le match est de 12-12, il est arrêté, la récompense est partagée, et le champion conserve son titre. Fischer détestait ce format. Dans son match contre Spassky en 1972, les parties de 14 à 20 avaient toutes été nulles. Ce style d'échecs a offensé Fischer. Au lieu de cela, Fischer avait demandé que le format soit modifié et reprenne celui utilisé dans le premier Championnat du Monde, entre Wilhelm Steinitz et Johannes Zukertort, où le gagnant a été le premier joueur à marquer 10 victoires. Dans le cas d'une égalité 9-9, le champion conserve le titre, et les fonds seront divisés à parts égales,. Un congrès de la FIDE a eu lieu en 1974, au cours de l'Olympiade se déroulant à Nice. Les délégués ont voté en faveur de la proposition de Fischer consistant en 10 victoires, mais ont rejeté la clause de l'égalité 9-9, ainsi que la possibilité d'un match illimité. En réponse, Fischer a refusé de défendre son titre, et Karpov a été déclaré champion du monde par forfait.
Dix-sept ans plus tard, Fischer trouve enfin un sponsor prêt à financer un match sous ses conditions proposées. Fischer insiste pour celles-ci, puisqu'il n'a jamais été vaincu dans un match, il était resté le vrai champion du monde. Il affirme en outre que toutes les parties du Championnat du Monde, impliquant les résultats de Karpov et ses challengers Korchnoi et Kasparov, avaient été préétablies. Il joue alors un match revanche du championnat du monde d'échecs 1972 contre Spassky. La bourse pour ce match revanche est de US $ 5 millions, avec 3,35 millions $ pour le gagnant,,,.

## Match

### Résultats
| joueur                   | Rang    | 1 | 2 | 3 | 4 | 5 | 6 | 7 | 8 | 9 | 10 | 11 | 12 | 13 | 14 | 15 | 16 | 17 | 18 | 19 | 20 | 21 | 22 | 23 | 24 | 25 | 26 | 27 | 28 | 29 | 30 | Victoires |
| ------------------------ | ------- | - | - | - | - | - | - | - | - | - | -- | -- | -- | -- | -- | -- | -- | -- | -- | -- | -- | -- | -- | -- | -- | -- | -- | -- | -- | -- | -- | --------- |
| Bobby Fischer États-Unis | inactif | 1 | = | = | 0 | 0 | = | 1 | 1 | 1 | =  | 1  | 0  | =  | =  | =  | 1  | 1  | =  | =  | 0  | 1  | =  | =  | =  | 1  | 0  | =  | =  | =  | 1  | 10        |
| Boris Spassky France     | 106e    | 0 | = | = | 1 | 1 | = | 0 | 0 | 0 | =  | 0  | 1  | =  | =  | =  | 0  | 0  | =  | =  | 1  | 0  | =  | =  | =  | 0  | 1  | =  | =  | =  | 0  | 5         |

### Lieu: Sveti Stefan

#### Partie 1: Fischer 1 Spassky 0 (Espagnole Breyer)
|   | a | b | c | d | e | f | g | h |   |
| 8 | Tour noire sur case blanche a8 · Tour noire sur case blanche c8 · Dame noire sur case blanche e8 · Fou noir sur case blanche b7 · Fou noir sur case noire e7 · Pion noir sur case blanche f7 · Roi noir sur case noire g7 · Cavalier noir sur case blanche h7 · Pion noir sur case blanche a6 · Pion noir sur case noire d6 · Cavalier noir sur case noire f6 · Pion noir sur case blanche g6 · Pion noir sur case blanche b5 · Pion blanc sur case blanche d5 · Pion noir sur case noire e5 · Pion noir sur case blanche h5 · Pion blanc sur case blanche a4 · Pion blanc sur case noire b4 · Pion noir sur case blanche c4 · Pion blanc sur case blanche e4 · Tour blanche sur case noire a3 · Pion blanc sur case noire c3 · Fou blanc sur case noire e3 · Cavalier blanc sur case blanche f3 · Pion blanc sur case blanche h3 · Tour blanche sur case blanche a2 · Fou blanc sur case blanche c2 · Cavalier blanc sur case noire d2 · Pion blanc sur case noire f2 · Pion blanc sur case blanche g2 · Dame blanche sur case noire a1 · Roi blanc sur case noire g1 | Tour noire sur case blanche a8 · Tour noire sur case blanche c8 · Dame noire sur case blanche e8 · Fou noir sur case blanche b7 · Fou noir sur case noire e7 · Pion noir sur case blanche f7 · Roi noir sur case noire g7 · Cavalier noir sur case blanche h7 · Pion noir sur case blanche a6 · Pion noir sur case noire d6 · Cavalier noir sur case noire f6 · Pion noir sur case blanche g6 · Pion noir sur case blanche b5 · Pion blanc sur case blanche d5 · Pion noir sur case noire e5 · Pion noir sur case blanche h5 · Pion blanc sur case blanche a4 · Pion blanc sur case noire b4 · Pion noir sur case blanche c4 · Pion blanc sur case blanche e4 · Tour blanche sur case noire a3 · Pion blanc sur case noire c3 · Fou blanc sur case noire e3 · Cavalier blanc sur case blanche f3 · Pion blanc sur case blanche h3 · Tour blanche sur case blanche a2 · Fou blanc sur case blanche c2 · Cavalier blanc sur case noire d2 · Pion blanc sur case noire f2 · Pion blanc sur case blanche g2 · Dame blanche sur case noire a1 · Roi blanc sur case noire g1 | Tour noire sur case blanche a8 · Tour noire sur case blanche c8 · Dame noire sur case blanche e8 · Fou noir sur case blanche b7 · Fou noir sur case noire e7 · Pion noir sur case blanche f7 · Roi noir sur case noire g7 · Cavalier noir sur case blanche h7 · Pion noir sur case blanche a6 · Pion noir sur case noire d6 · Cavalier noir sur case noire f6 · Pion noir sur case blanche g6 · Pion noir sur case blanche b5 · Pion blanc sur case blanche d5 · Pion noir sur case noire e5 · Pion noir sur case blanche h5 · Pion blanc sur case blanche a4 · Pion blanc sur case noire b4 · Pion noir sur case blanche c4 · Pion blanc sur case blanche e4 · Tour blanche sur case noire a3 · Pion blanc sur case noire c3 · Fou blanc sur case noire e3 · Cavalier blanc sur case blanche f3 · Pion blanc sur case blanche h3 · Tour blanche sur case blanche a2 · Fou blanc sur case blanche c2 · Cavalier blanc sur case noire d2 · Pion blanc sur case noire f2 · Pion blanc sur case blanche g2 · Dame blanche sur case noire a1 · Roi blanc sur case noire g1 | Tour noire sur case blanche a8 · Tour noire sur case blanche c8 · Dame noire sur case blanche e8 · Fou noir sur case blanche b7 · Fou noir sur case noire e7 · Pion noir sur case blanche f7 · Roi noir sur case noire g7 · Cavalier noir sur case blanche h7 · Pion noir sur case blanche a6 · Pion noir sur case noire d6 · Cavalier noir sur case noire f6 · Pion noir sur case blanche g6 · Pion noir sur case blanche b5 · Pion blanc sur case blanche d5 · Pion noir sur case noire e5 · Pion noir sur case blanche h5 · Pion blanc sur case blanche a4 · Pion blanc sur case noire b4 · Pion noir sur case blanche c4 · Pion blanc sur case blanche e4 · Tour blanche sur case noire a3 · Pion blanc sur case noire c3 · Fou blanc sur case noire e3 · Cavalier blanc sur case blanche f3 · Pion blanc sur case blanche h3 · Tour blanche sur case blanche a2 · Fou blanc sur case blanche c2 · Cavalier blanc sur case noire d2 · Pion blanc sur case noire f2 · Pion blanc sur case blanche g2 · Dame blanche sur case noire a1 · Roi blanc sur case noire g1 | Tour noire sur case blanche a8 · Tour noire sur case blanche c8 · Dame noire sur case blanche e8 · Fou noir sur case blanche b7 · Fou noir sur case noire e7 · Pion noir sur case blanche f7 · Roi noir sur case noire g7 · Cavalier noir sur case blanche h7 · Pion noir sur case blanche a6 · Pion noir sur case noire d6 · Cavalier noir sur case noire f6 · Pion noir sur case blanche g6 · Pion noir sur case blanche b5 · Pion blanc sur case blanche d5 · Pion noir sur case noire e5 · Pion noir sur case blanche h5 · Pion blanc sur case blanche a4 · Pion blanc sur case noire b4 · Pion noir sur case blanche c4 · Pion blanc sur case blanche e4 · Tour blanche sur case noire a3 · Pion blanc sur case noire c3 · Fou blanc sur case noire e3 · Cavalier blanc sur case blanche f3 · Pion blanc sur case blanche h3 · Tour blanche sur case blanche a2 · Fou blanc sur case blanche c2 · Cavalier blanc sur case noire d2 · Pion blanc sur case noire f2 · Pion blanc sur case blanche g2 · Dame blanche sur case noire a1 · Roi blanc sur case noire g1 | Tour noire sur case blanche a8 · Tour noire sur case blanche c8 · Dame noire sur case blanche e8 · Fou noir sur case blanche b7 · Fou noir sur case noire e7 · Pion noir sur case blanche f7 · Roi noir sur case noire g7 · Cavalier noir sur case blanche h7 · Pion noir sur case blanche a6 · Pion noir sur case noire d6 · Cavalier noir sur case noire f6 · Pion noir sur case blanche g6 · Pion noir sur case blanche b5 · Pion blanc sur case blanche d5 · Pion noir sur case noire e5 · Pion noir sur case blanche h5 · Pion blanc sur case blanche a4 · Pion blanc sur case noire b4 · Pion noir sur case blanche c4 · Pion blanc sur case blanche e4 · Tour blanche sur case noire a3 · Pion blanc sur case noire c3 · Fou blanc sur case noire e3 · Cavalier blanc sur case blanche f3 · Pion blanc sur case blanche h3 · Tour blanche sur case blanche a2 · Fou blanc sur case blanche c2 · Cavalier blanc sur case noire d2 · Pion blanc sur case noire f2 · Pion blanc sur case blanche g2 · Dame blanche sur case noire a1 · Roi blanc sur case noire g1 | Tour noire sur case blanche a8 · Tour noire sur case blanche c8 · Dame noire sur case blanche e8 · Fou noir sur case blanche b7 · Fou noir sur case noire e7 · Pion noir sur case blanche f7 · Roi noir sur case noire g7 · Cavalier noir sur case blanche h7 · Pion noir sur case blanche a6 · Pion noir sur case noire d6 · Cavalier noir sur case noire f6 · Pion noir sur case blanche g6 · Pion noir sur case blanche b5 · Pion blanc sur case blanche d5 · Pion noir sur case noire e5 · Pion noir sur case blanche h5 · Pion blanc sur case blanche a4 · Pion blanc sur case noire b4 · Pion noir sur case blanche c4 · Pion blanc sur case blanche e4 · Tour blanche sur case noire a3 · Pion blanc sur case noire c3 · Fou blanc sur case noire e3 · Cavalier blanc sur case blanche f3 · Pion blanc sur case blanche h3 · Tour blanche sur case blanche a2 · Fou blanc sur case blanche c2 · Cavalier blanc sur case noire d2 · Pion blanc sur case noire f2 · Pion blanc sur case blanche g2 · Dame blanche sur case noire a1 · Roi blanc sur case noire g1 | Tour noire sur case blanche a8 · Tour noire sur case blanche c8 · Dame noire sur case blanche e8 · Fou noir sur case blanche b7 · Fou noir sur case noire e7 · Pion noir sur case blanche f7 · Roi noir sur case noire g7 · Cavalier noir sur case blanche h7 · Pion noir sur case blanche a6 · Pion noir sur case noire d6 · Cavalier noir sur case noire f6 · Pion noir sur case blanche g6 · Pion noir sur case blanche b5 · Pion blanc sur case blanche d5 · Pion noir sur case noire e5 · Pion noir sur case blanche h5 · Pion blanc sur case blanche a4 · Pion blanc sur case noire b4 · Pion noir sur case blanche c4 · Pion blanc sur case blanche e4 · Tour blanche sur case noire a3 · Pion blanc sur case noire c3 · Fou blanc sur case noire e3 · Cavalier blanc sur case blanche f3 · Pion blanc sur case blanche h3 · Tour blanche sur case blanche a2 · Fou blanc sur case blanche c2 · Cavalier blanc sur case noire d2 · Pion blanc sur case noire f2 · Pion blanc sur case blanche g2 · Dame blanche sur case noire a1 · Roi blanc sur case noire g1 | 8 |
| 7 | Tour noire sur case blanche a8 · Tour noire sur case blanche c8 · Dame noire sur case blanche e8 · Fou noir sur case blanche b7 · Fou noir sur case noire e7 · Pion noir sur case blanche f7 · Roi noir sur case noire g7 · Cavalier noir sur case blanche h7 · Pion noir sur case blanche a6 · Pion noir sur case noire d6 · Cavalier noir sur case noire f6 · Pion noir sur case blanche g6 · Pion noir sur case blanche b5 · Pion blanc sur case blanche d5 · Pion noir sur case noire e5 · Pion noir sur case blanche h5 · Pion blanc sur case blanche a4 · Pion blanc sur case noire b4 · Pion noir sur case blanche c4 · Pion blanc sur case blanche e4 · Tour blanche sur case noire a3 · Pion blanc sur case noire c3 · Fou blanc sur case noire e3 · Cavalier blanc sur case blanche f3 · Pion blanc sur case blanche h3 · Tour blanche sur case blanche a2 · Fou blanc sur case blanche c2 · Cavalier blanc sur case noire d2 · Pion blanc sur case noire f2 · Pion blanc sur case blanche g2 · Dame blanche sur case noire a1 · Roi blanc sur case noire g1 | Tour noire sur case blanche a8 · Tour noire sur case blanche c8 · Dame noire sur case blanche e8 · Fou noir sur case blanche b7 · Fou noir sur case noire e7 · Pion noir sur case blanche f7 · Roi noir sur case noire g7 · Cavalier noir sur case blanche h7 · Pion noir sur case blanche a6 · Pion noir sur case noire d6 · Cavalier noir sur case noire f6 · Pion noir sur case blanche g6 · Pion noir sur case blanche b5 · Pion blanc sur case blanche d5 · Pion noir sur case noire e5 · Pion noir sur case blanche h5 · Pion blanc sur case blanche a4 · Pion blanc sur case noire b4 · Pion noir sur case blanche c4 · Pion blanc sur case blanche e4 · Tour blanche sur case noire a3 · Pion blanc sur case noire c3 · Fou blanc sur case noire e3 · Cavalier blanc sur case blanche f3 · Pion blanc sur case blanche h3 · Tour blanche sur case blanche a2 · Fou blanc sur case blanche c2 · Cavalier blanc sur case noire d2 · Pion blanc sur case noire f2 · Pion blanc sur case blanche g2 · Dame blanche sur case noire a1 · Roi blanc sur case noire g1 | Tour noire sur case blanche a8 · Tour noire sur case blanche c8 · Dame noire sur case blanche e8 · Fou noir sur case blanche b7 · Fou noir sur case noire e7 · Pion noir sur case blanche f7 · Roi noir sur case noire g7 · Cavalier noir sur case blanche h7 · Pion noir sur case blanche a6 · Pion noir sur case noire d6 · Cavalier noir sur case noire f6 · Pion noir sur case blanche g6 · Pion noir sur case blanche b5 · Pion blanc sur case blanche d5 · Pion noir sur case noire e5 · Pion noir sur case blanche h5 · Pion blanc sur case blanche a4 · Pion blanc sur case noire b4 · Pion noir sur case blanche c4 · Pion blanc sur case blanche e4 · Tour blanche sur case noire a3 · Pion blanc sur case noire c3 · Fou blanc sur case noire e3 · Cavalier blanc sur case blanche f3 · Pion blanc sur case blanche h3 · Tour blanche sur case blanche a2 · Fou blanc sur case blanche c2 · Cavalier blanc sur case noire d2 · Pion blanc sur case noire f2 · Pion blanc sur case blanche g2 · Dame blanche sur case noire a1 · Roi blanc sur case noire g1 | Tour noire sur case blanche a8 · Tour noire sur case blanche c8 · Dame noire sur case blanche e8 · Fou noir sur case blanche b7 · Fou noir sur case noire e7 · Pion noir sur case blanche f7 · Roi noir sur case noire g7 · Cavalier noir sur case blanche h7 · Pion noir sur case blanche a6 · Pion noir sur case noire d6 · Cavalier noir sur case noire f6 · Pion noir sur case blanche g6 · Pion noir sur case blanche b5 · Pion blanc sur case blanche d5 · Pion noir sur case noire e5 · Pion noir sur case blanche h5 · Pion blanc sur case blanche a4 · Pion blanc sur case noire b4 · Pion noir sur case blanche c4 · Pion blanc sur case blanche e4 · Tour blanche sur case noire a3 · Pion blanc sur case noire c3 · Fou blanc sur case noire e3 · Cavalier blanc sur case blanche f3 · Pion blanc sur case blanche h3 · Tour blanche sur case blanche a2 · Fou blanc sur case blanche c2 · Cavalier blanc sur case noire d2 · Pion blanc sur case noire f2 · Pion blanc sur case blanche g2 · Dame blanche sur case noire a1 · Roi blanc sur case noire g1 | Tour noire sur case blanche a8 · Tour noire sur case blanche c8 · Dame noire sur case blanche e8 · Fou noir sur case blanche b7 · Fou noir sur case noire e7 · Pion noir sur case blanche f7 · Roi noir sur case noire g7 · Cavalier noir sur case blanche h7 · Pion noir sur case blanche a6 · Pion noir sur case noire d6 · Cavalier noir sur case noire f6 · Pion noir sur case blanche g6 · Pion noir sur case blanche b5 · Pion blanc sur case blanche d5 · Pion noir sur case noire e5 · Pion noir sur case blanche h5 · Pion blanc sur case blanche a4 · Pion blanc sur case noire b4 · Pion noir sur case blanche c4 · Pion blanc sur case blanche e4 · Tour blanche sur case noire a3 · Pion blanc sur case noire c3 · Fou blanc sur case noire e3 · Cavalier blanc sur case blanche f3 · Pion blanc sur case blanche h3 · Tour blanche sur case blanche a2 · Fou blanc sur case blanche c2 · Cavalier blanc sur case noire d2 · Pion blanc sur case noire f2 · Pion blanc sur case blanche g2 · Dame blanche sur case noire a1 · Roi blanc sur case noire g1 | Tour noire sur case blanche a8 · Tour noire sur case blanche c8 · Dame noire sur case blanche e8 · Fou noir sur case blanche b7 · Fou noir sur case noire e7 · Pion noir sur case blanche f7 · Roi noir sur case noire g7 · Cavalier noir sur case blanche h7 · Pion noir sur case blanche a6 · Pion noir sur case noire d6 · Cavalier noir sur case noire f6 · Pion noir sur case blanche g6 · Pion noir sur case blanche b5 · Pion blanc sur case blanche d5 · Pion noir sur case noire e5 · Pion noir sur case blanche h5 · Pion blanc sur case blanche a4 · Pion blanc sur case noire b4 · Pion noir sur case blanche c4 · Pion blanc sur case blanche e4 · Tour blanche sur case noire a3 · Pion blanc sur case noire c3 · Fou blanc sur case noire e3 · Cavalier blanc sur case blanche f3 · Pion blanc sur case blanche h3 · Tour blanche sur case blanche a2 · Fou blanc sur case blanche c2 · Cavalier blanc sur case noire d2 · Pion blanc sur case noire f2 · Pion blanc sur case blanche g2 · Dame blanche sur case noire a1 · Roi blanc sur case noire g1 | Tour noire sur case blanche a8 · Tour noire sur case blanche c8 · Dame noire sur case blanche e8 · Fou noir sur case blanche b7 · Fou noir sur case noire e7 · Pion noir sur case blanche f7 · Roi noir sur case noire g7 · Cavalier noir sur case blanche h7 · Pion noir sur case blanche a6 · Pion noir sur case noire d6 · Cavalier noir sur case noire f6 · Pion noir sur case blanche g6 · Pion noir sur case blanche b5 · Pion blanc sur case blanche d5 · Pion noir sur case noire e5 · Pion noir sur case blanche h5 · Pion blanc sur case blanche a4 · Pion blanc sur case noire b4 · Pion noir sur case blanche c4 · Pion blanc sur case blanche e4 · Tour blanche sur case noire a3 · Pion blanc sur case noire c3 · Fou blanc sur case noire e3 · Cavalier blanc sur case blanche f3 · Pion blanc sur case blanche h3 · Tour blanche sur case blanche a2 · Fou blanc sur case blanche c2 · Cavalier blanc sur case noire d2 · Pion blanc sur case noire f2 · Pion blanc sur case blanche g2 · Dame blanche sur case noire a1 · Roi blanc sur case noire g1 | Tour noire sur case blanche a8 · Tour noire sur case blanche c8 · Dame noire sur case blanche e8 · Fou noir sur case blanche b7 · Fou noir sur case noire e7 · Pion noir sur case blanche f7 · Roi noir sur case noire g7 · Cavalier noir sur case blanche h7 · Pion noir sur case blanche a6 · Pion noir sur case noire d6 · Cavalier noir sur case noire f6 · Pion noir sur case blanche g6 · Pion noir sur case blanche b5 · Pion blanc sur case blanche d5 · Pion noir sur case noire e5 · Pion noir sur case blanche h5 · Pion blanc sur case blanche a4 · Pion blanc sur case noire b4 · Pion noir sur case blanche c4 · Pion blanc sur case blanche e4 · Tour blanche sur case noire a3 · Pion blanc sur case noire c3 · Fou blanc sur case noire e3 · Cavalier blanc sur case blanche f3 · Pion blanc sur case blanche h3 · Tour blanche sur case blanche a2 · Fou blanc sur case blanche c2 · Cavalier blanc sur case noire d2 · Pion blanc sur case noire f2 · Pion blanc sur case blanche g2 · Dame blanche sur case noire a1 · Roi blanc sur case noire g1 | 7 |
| 6 | Tour noire sur case blanche a8 · Tour noire sur case blanche c8 · Dame noire sur case blanche e8 · Fou noir sur case blanche b7 · Fou noir sur case noire e7 · Pion noir sur case blanche f7 · Roi noir sur case noire g7 · Cavalier noir sur case blanche h7 · Pion noir sur case blanche a6 · Pion noir sur case noire d6 · Cavalier noir sur case noire f6 · Pion noir sur case blanche g6 · Pion noir sur case blanche b5 · Pion blanc sur case blanche d5 · Pion noir sur case noire e5 · Pion noir sur case blanche h5 · Pion blanc sur case blanche a4 · Pion blanc sur case noire b4 · Pion noir sur case blanche c4 · Pion blanc sur case blanche e4 · Tour blanche sur case noire a3 · Pion blanc sur case noire c3 · Fou blanc sur case noire e3 · Cavalier blanc sur case blanche f3 · Pion blanc sur case blanche h3 · Tour blanche sur case blanche a2 · Fou blanc sur case blanche c2 · Cavalier blanc sur case noire d2 · Pion blanc sur case noire f2 · Pion blanc sur case blanche g2 · Dame blanche sur case noire a1 · Roi blanc sur case noire g1 | Tour noire sur case blanche a8 · Tour noire sur case blanche c8 · Dame noire sur case blanche e8 · Fou noir sur case blanche b7 · Fou noir sur case noire e7 · Pion noir sur case blanche f7 · Roi noir sur case noire g7 · Cavalier noir sur case blanche h7 · Pion noir sur case blanche a6 · Pion noir sur case noire d6 · Cavalier noir sur case noire f6 · Pion noir sur case blanche g6 · Pion noir sur case blanche b5 · Pion blanc sur case blanche d5 · Pion noir sur case noire e5 · Pion noir sur case blanche h5 · Pion blanc sur case blanche a4 · Pion blanc sur case noire b4 · Pion noir sur case blanche c4 · Pion blanc sur case blanche e4 · Tour blanche sur case noire a3 · Pion blanc sur case noire c3 · Fou blanc sur case noire e3 · Cavalier blanc sur case blanche f3 · Pion blanc sur case blanche h3 · Tour blanche sur case blanche a2 · Fou blanc sur case blanche c2 · Cavalier blanc sur case noire d2 · Pion blanc sur case noire f2 · Pion blanc sur case blanche g2 · Dame blanche sur case noire a1 · Roi blanc sur case noire g1 | Tour noire sur case blanche a8 · Tour noire sur case blanche c8 · Dame noire sur case blanche e8 · Fou noir sur case blanche b7 · Fou noir sur case noire e7 · Pion noir sur case blanche f7 · Roi noir sur case noire g7 · Cavalier noir sur case blanche h7 · Pion noir sur case blanche a6 · Pion noir sur case noire d6 · Cavalier noir sur case noire f6 · Pion noir sur case blanche g6 · Pion noir sur case blanche b5 · Pion blanc sur case blanche d5 · Pion noir sur case noire e5 · Pion noir sur case blanche h5 · Pion blanc sur case blanche a4 · Pion blanc sur case noire b4 · Pion noir sur case blanche c4 · Pion blanc sur case blanche e4 · Tour blanche sur case noire a3 · Pion blanc sur case noire c3 · Fou blanc sur case noire e3 · Cavalier blanc sur case blanche f3 · Pion blanc sur case blanche h3 · Tour blanche sur case blanche a2 · Fou blanc sur case blanche c2 · Cavalier blanc sur case noire d2 · Pion blanc sur case noire f2 · Pion blanc sur case blanche g2 · Dame blanche sur case noire a1 · Roi blanc sur case noire g1 | Tour noire sur case blanche a8 · Tour noire sur case blanche c8 · Dame noire sur case blanche e8 · Fou noir sur case blanche b7 · Fou noir sur case noire e7 · Pion noir sur case blanche f7 · Roi noir sur case noire g7 · Cavalier noir sur case blanche h7 · Pion noir sur case blanche a6 · Pion noir sur case noire d6 · Cavalier noir sur case noire f6 · Pion noir sur case blanche g6 · Pion noir sur case blanche b5 · Pion blanc sur case blanche d5 · Pion noir sur case noire e5 · Pion noir sur case blanche h5 · Pion blanc sur case blanche a4 · Pion blanc sur case noire b4 · Pion noir sur case blanche c4 · Pion blanc sur case blanche e4 · Tour blanche sur case noire a3 · Pion blanc sur case noire c3 · Fou blanc sur case noire e3 · Cavalier blanc sur case blanche f3 · Pion blanc sur case blanche h3 · Tour blanche sur case blanche a2 · Fou blanc sur case blanche c2 · Cavalier blanc sur case noire d2 · Pion blanc sur case noire f2 · Pion blanc sur case blanche g2 · Dame blanche sur case noire a1 · Roi blanc sur case noire g1 | Tour noire sur case blanche a8 · Tour noire sur case blanche c8 · Dame noire sur case blanche e8 · Fou noir sur case blanche b7 · Fou noir sur case noire e7 · Pion noir sur case blanche f7 · Roi noir sur case noire g7 · Cavalier noir sur case blanche h7 · Pion noir sur case blanche a6 · Pion noir sur case noire d6 · Cavalier noir sur case noire f6 · Pion noir sur case blanche g6 · Pion noir sur case blanche b5 · Pion blanc sur case blanche d5 · Pion noir sur case noire e5 · Pion noir sur case blanche h5 · Pion blanc sur case blanche a4 · Pion blanc sur case noire b4 · Pion noir sur case blanche c4 · Pion blanc sur case blanche e4 · Tour blanche sur case noire a3 · Pion blanc sur case noire c3 · Fou blanc sur case noire e3 · Cavalier blanc sur case blanche f3 · Pion blanc sur case blanche h3 · Tour blanche sur case blanche a2 · Fou blanc sur case blanche c2 · Cavalier blanc sur case noire d2 · Pion blanc sur case noire f2 · Pion blanc sur case blanche g2 · Dame blanche sur case noire a1 · Roi blanc sur case noire g1 | Tour noire sur case blanche a8 · Tour noire sur case blanche c8 · Dame noire sur case blanche e8 · Fou noir sur case blanche b7 · Fou noir sur case noire e7 · Pion noir sur case blanche f7 · Roi noir sur case noire g7 · Cavalier noir sur case blanche h7 · Pion noir sur case blanche a6 · Pion noir sur case noire d6 · Cavalier noir sur case noire f6 · Pion noir sur case blanche g6 · Pion noir sur case blanche b5 · Pion blanc sur case blanche d5 · Pion noir sur case noire e5 · Pion noir sur case blanche h5 · Pion blanc sur case blanche a4 · Pion blanc sur case noire b4 · Pion noir sur case blanche c4 · Pion blanc sur case blanche e4 · Tour blanche sur case noire a3 · Pion blanc sur case noire c3 · Fou blanc sur case noire e3 · Cavalier blanc sur case blanche f3 · Pion blanc sur case blanche h3 · Tour blanche sur case blanche a2 · Fou blanc sur case blanche c2 · Cavalier blanc sur case noire d2 · Pion blanc sur case noire f2 · Pion blanc sur case blanche g2 · Dame blanche sur case noire a1 · Roi blanc sur case noire g1 | Tour noire sur case blanche a8 · Tour noire sur case blanche c8 · Dame noire sur case blanche e8 · Fou noir sur case blanche b7 · Fou noir sur case noire e7 · Pion noir sur case blanche f7 · Roi noir sur case noire g7 · Cavalier noir sur case blanche h7 · Pion noir sur case blanche a6 · Pion noir sur case noire d6 · Cavalier noir sur case noire f6 · Pion noir sur case blanche g6 · Pion noir sur case blanche b5 · Pion blanc sur case blanche d5 · Pion noir sur case noire e5 · Pion noir sur case blanche h5 · Pion blanc sur case blanche a4 · Pion blanc sur case noire b4 · Pion noir sur case blanche c4 · Pion blanc sur case blanche e4 · Tour blanche sur case noire a3 · Pion blanc sur case noire c3 · Fou blanc sur case noire e3 · Cavalier blanc sur case blanche f3 · Pion blanc sur case blanche h3 · Tour blanche sur case blanche a2 · Fou blanc sur case blanche c2 · Cavalier blanc sur case noire d2 · Pion blanc sur case noire f2 · Pion blanc sur case blanche g2 · Dame blanche sur case noire a1 · Roi blanc sur case noire g1 | Tour noire sur case blanche a8 · Tour noire sur case blanche c8 · Dame noire sur case blanche e8 · Fou noir sur case blanche b7 · Fou noir sur case noire e7 · Pion noir sur case blanche f7 · Roi noir sur case noire g7 · Cavalier noir sur case blanche h7 · Pion noir sur case blanche a6 · Pion noir sur case noire d6 · Cavalier noir sur case noire f6 · Pion noir sur case blanche g6 · Pion noir sur case blanche b5 · Pion blanc sur case blanche d5 · Pion noir sur case noire e5 · Pion noir sur case blanche h5 · Pion blanc sur case blanche a4 · Pion blanc sur case noire b4 · Pion noir sur case blanche c4 · Pion blanc sur case blanche e4 · Tour blanche sur case noire a3 · Pion blanc sur case noire c3 · Fou blanc sur case noire e3 · Cavalier blanc sur case blanche f3 · Pion blanc sur case blanche h3 · Tour blanche sur case blanche a2 · Fou blanc sur case blanche c2 · Cavalier blanc sur case noire d2 · Pion blanc sur case noire f2 · Pion blanc sur case blanche g2 · Dame blanche sur case noire a1 · Roi blanc sur case noire g1 | 6 |
| 5 | Tour noire sur case blanche a8 · Tour noire sur case blanche c8 · Dame noire sur case blanche e8 · Fou noir sur case blanche b7 · Fou noir sur case noire e7 · Pion noir sur case blanche f7 · Roi noir sur case noire g7 · Cavalier noir sur case blanche h7 · Pion noir sur case blanche a6 · Pion noir sur case noire d6 · Cavalier noir sur case noire f6 · Pion noir sur case blanche g6 · Pion noir sur case blanche b5 · Pion blanc sur case blanche d5 · Pion noir sur case noire e5 · Pion noir sur case blanche h5 · Pion blanc sur case blanche a4 · Pion blanc sur case noire b4 · Pion noir sur case blanche c4 · Pion blanc sur case blanche e4 · Tour blanche sur case noire a3 · Pion blanc sur case noire c3 · Fou blanc sur case noire e3 · Cavalier blanc sur case blanche f3 · Pion blanc sur case blanche h3 · Tour blanche sur case blanche a2 · Fou blanc sur case blanche c2 · Cavalier blanc sur case noire d2 · Pion blanc sur case noire f2 · Pion blanc sur case blanche g2 · Dame blanche sur case noire a1 · Roi blanc sur case noire g1 | Tour noire sur case blanche a8 · Tour noire sur case blanche c8 · Dame noire sur case blanche e8 · Fou noir sur case blanche b7 · Fou noir sur case noire e7 · Pion noir sur case blanche f7 · Roi noir sur case noire g7 · Cavalier noir sur case blanche h7 · Pion noir sur case blanche a6 · Pion noir sur case noire d6 · Cavalier noir sur case noire f6 · Pion noir sur case blanche g6 · Pion noir sur case blanche b5 · Pion blanc sur case blanche d5 · Pion noir sur case noire e5 · Pion noir sur case blanche h5 · Pion blanc sur case blanche a4 · Pion blanc sur case noire b4 · Pion noir sur case blanche c4 · Pion blanc sur case blanche e4 · Tour blanche sur case noire a3 · Pion blanc sur case noire c3 · Fou blanc sur case noire e3 · Cavalier blanc sur case blanche f3 · Pion blanc sur case blanche h3 · Tour blanche sur case blanche a2 · Fou blanc sur case blanche c2 · Cavalier blanc sur case noire d2 · Pion blanc sur case noire f2 · Pion blanc sur case blanche g2 · Dame blanche sur case noire a1 · Roi blanc sur case noire g1 | Tour noire sur case blanche a8 · Tour noire sur case blanche c8 · Dame noire sur case blanche e8 · Fou noir sur case blanche b7 · Fou noir sur case noire e7 · Pion noir sur case blanche f7 · Roi noir sur case noire g7 · Cavalier noir sur case blanche h7 · Pion noir sur case blanche a6 · Pion noir sur case noire d6 · Cavalier noir sur case noire f6 · Pion noir sur case blanche g6 · Pion noir sur case blanche b5 · Pion blanc sur case blanche d5 · Pion noir sur case noire e5 · Pion noir sur case blanche h5 · Pion blanc sur case blanche a4 · Pion blanc sur case noire b4 · Pion noir sur case blanche c4 · Pion blanc sur case blanche e4 · Tour blanche sur case noire a3 · Pion blanc sur case noire c3 · Fou blanc sur case noire e3 · Cavalier blanc sur case blanche f3 · Pion blanc sur case blanche h3 · Tour blanche sur case blanche a2 · Fou blanc sur case blanche c2 · Cavalier blanc sur case noire d2 · Pion blanc sur case noire f2 · Pion blanc sur case blanche g2 · Dame blanche sur case noire a1 · Roi blanc sur case noire g1 | Tour noire sur case blanche a8 · Tour noire sur case blanche c8 · Dame noire sur case blanche e8 · Fou noir sur case blanche b7 · Fou noir sur case noire e7 · Pion noir sur case blanche f7 · Roi noir sur case noire g7 · Cavalier noir sur case blanche h7 · Pion noir sur case blanche a6 · Pion noir sur case noire d6 · Cavalier noir sur case noire f6 · Pion noir sur case blanche g6 · Pion noir sur case blanche b5 · Pion blanc sur case blanche d5 · Pion noir sur case noire e5 · Pion noir sur case blanche h5 · Pion blanc sur case blanche a4 · Pion blanc sur case noire b4 · Pion noir sur case blanche c4 · Pion blanc sur case blanche e4 · Tour blanche sur case noire a3 · Pion blanc sur case noire c3 · Fou blanc sur case noire e3 · Cavalier blanc sur case blanche f3 · Pion blanc sur case blanche h3 · Tour blanche sur case blanche a2 · Fou blanc sur case blanche c2 · Cavalier blanc sur case noire d2 · Pion blanc sur case noire f2 · Pion blanc sur case blanche g2 · Dame blanche sur case noire a1 · Roi blanc sur case noire g1 | Tour noire sur case blanche a8 · Tour noire sur case blanche c8 · Dame noire sur case blanche e8 · Fou noir sur case blanche b7 · Fou noir sur case noire e7 · Pion noir sur case blanche f7 · Roi noir sur case noire g7 · Cavalier noir sur case blanche h7 · Pion noir sur case blanche a6 · Pion noir sur case noire d6 · Cavalier noir sur case noire f6 · Pion noir sur case blanche g6 · Pion noir sur case blanche b5 · Pion blanc sur case blanche d5 · Pion noir sur case noire e5 · Pion noir sur case blanche h5 · Pion blanc sur case blanche a4 · Pion blanc sur case noire b4 · Pion noir sur case blanche c4 · Pion blanc sur case blanche e4 · Tour blanche sur case noire a3 · Pion blanc sur case noire c3 · Fou blanc sur case noire e3 · Cavalier blanc sur case blanche f3 · Pion blanc sur case blanche h3 · Tour blanche sur case blanche a2 · Fou blanc sur case blanche c2 · Cavalier blanc sur case noire d2 · Pion blanc sur case noire f2 · Pion blanc sur case blanche g2 · Dame blanche sur case noire a1 · Roi blanc sur case noire g1 | Tour noire sur case blanche a8 · Tour noire sur case blanche c8 · Dame noire sur case blanche e8 · Fou noir sur case blanche b7 · Fou noir sur case noire e7 · Pion noir sur case blanche f7 · Roi noir sur case noire g7 · Cavalier noir sur case blanche h7 · Pion noir sur case blanche a6 · Pion noir sur case noire d6 · Cavalier noir sur case noire f6 · Pion noir sur case blanche g6 · Pion noir sur case blanche b5 · Pion blanc sur case blanche d5 · Pion noir sur case noire e5 · Pion noir sur case blanche h5 · Pion blanc sur case blanche a4 · Pion blanc sur case noire b4 · Pion noir sur case blanche c4 · Pion blanc sur case blanche e4 · Tour blanche sur case noire a3 · Pion blanc sur case noire c3 · Fou blanc sur case noire e3 · Cavalier blanc sur case blanche f3 · Pion blanc sur case blanche h3 · Tour blanche sur case blanche a2 · Fou blanc sur case blanche c2 · Cavalier blanc sur case noire d2 · Pion blanc sur case noire f2 · Pion blanc sur case blanche g2 · Dame blanche sur case noire a1 · Roi blanc sur case noire g1 | Tour noire sur case blanche a8 · Tour noire sur case blanche c8 · Dame noire sur case blanche e8 · Fou noir sur case blanche b7 · Fou noir sur case noire e7 · Pion noir sur case blanche f7 · Roi noir sur case noire g7 · Cavalier noir sur case blanche h7 · Pion noir sur case blanche a6 · Pion noir sur case noire d6 · Cavalier noir sur case noire f6 · Pion noir sur case blanche g6 · Pion noir sur case blanche b5 · Pion blanc sur case blanche d5 · Pion noir sur case noire e5 · Pion noir sur case blanche h5 · Pion blanc sur case blanche a4 · Pion blanc sur case noire b4 · Pion noir sur case blanche c4 · Pion blanc sur case blanche e4 · Tour blanche sur case noire a3 · Pion blanc sur case noire c3 · Fou blanc sur case noire e3 · Cavalier blanc sur case blanche f3 · Pion blanc sur case blanche h3 · Tour blanche sur case blanche a2 · Fou blanc sur case blanche c2 · Cavalier blanc sur case noire d2 · Pion blanc sur case noire f2 · Pion blanc sur case blanche g2 · Dame blanche sur case noire a1 · Roi blanc sur case noire g1 | Tour noire sur case blanche a8 · Tour noire sur case blanche c8 · Dame noire sur case blanche e8 · Fou noir sur case blanche b7 · Fou noir sur case noire e7 · Pion noir sur case blanche f7 · Roi noir sur case noire g7 · Cavalier noir sur case blanche h7 · Pion noir sur case blanche a6 · Pion noir sur case noire d6 · Cavalier noir sur case noire f6 · Pion noir sur case blanche g6 · Pion noir sur case blanche b5 · Pion blanc sur case blanche d5 · Pion noir sur case noire e5 · Pion noir sur case blanche h5 · Pion blanc sur case blanche a4 · Pion blanc sur case noire b4 · Pion noir sur case blanche c4 · Pion blanc sur case blanche e4 · Tour blanche sur case noire a3 · Pion blanc sur case noire c3 · Fou blanc sur case noire e3 · Cavalier blanc sur case blanche f3 · Pion blanc sur case blanche h3 · Tour blanche sur case blanche a2 · Fou blanc sur case blanche c2 · Cavalier blanc sur case noire d2 · Pion blanc sur case noire f2 · Pion blanc sur case blanche g2 · Dame blanche sur case noire a1 · Roi blanc sur case noire g1 | 5 |
| 4 | Tour noire sur case blanche a8 · Tour noire sur case blanche c8 · Dame noire sur case blanche e8 · Fou noir sur case blanche b7 · Fou noir sur case noire e7 · Pion noir sur case blanche f7 · Roi noir sur case noire g7 · Cavalier noir sur case blanche h7 · Pion noir sur case blanche a6 · Pion noir sur case noire d6 · Cavalier noir sur case noire f6 · Pion noir sur case blanche g6 · Pion noir sur case blanche b5 · Pion blanc sur case blanche d5 · Pion noir sur case noire e5 · Pion noir sur case blanche h5 · Pion blanc sur case blanche a4 · Pion blanc sur case noire b4 · Pion noir sur case blanche c4 · Pion blanc sur case blanche e4 · Tour blanche sur case noire a3 · Pion blanc sur case noire c3 · Fou blanc sur case noire e3 · Cavalier blanc sur case blanche f3 · Pion blanc sur case blanche h3 · Tour blanche sur case blanche a2 · Fou blanc sur case blanche c2 · Cavalier blanc sur case noire d2 · Pion blanc sur case noire f2 · Pion blanc sur case blanche g2 · Dame blanche sur case noire a1 · Roi blanc sur case noire g1 | Tour noire sur case blanche a8 · Tour noire sur case blanche c8 · Dame noire sur case blanche e8 · Fou noir sur case blanche b7 · Fou noir sur case noire e7 · Pion noir sur case blanche f7 · Roi noir sur case noire g7 · Cavalier noir sur case blanche h7 · Pion noir sur case blanche a6 · Pion noir sur case noire d6 · Cavalier noir sur case noire f6 · Pion noir sur case blanche g6 · Pion noir sur case blanche b5 · Pion blanc sur case blanche d5 · Pion noir sur case noire e5 · Pion noir sur case blanche h5 · Pion blanc sur case blanche a4 · Pion blanc sur case noire b4 · Pion noir sur case blanche c4 · Pion blanc sur case blanche e4 · Tour blanche sur case noire a3 · Pion blanc sur case noire c3 · Fou blanc sur case noire e3 · Cavalier blanc sur case blanche f3 · Pion blanc sur case blanche h3 · Tour blanche sur case blanche a2 · Fou blanc sur case blanche c2 · Cavalier blanc sur case noire d2 · Pion blanc sur case noire f2 · Pion blanc sur case blanche g2 · Dame blanche sur case noire a1 · Roi blanc sur case noire g1 | Tour noire sur case blanche a8 · Tour noire sur case blanche c8 · Dame noire sur case blanche e8 · Fou noir sur case blanche b7 · Fou noir sur case noire e7 · Pion noir sur case blanche f7 · Roi noir sur case noire g7 · Cavalier noir sur case blanche h7 · Pion noir sur case blanche a6 · Pion noir sur case noire d6 · Cavalier noir sur case noire f6 · Pion noir sur case blanche g6 · Pion noir sur case blanche b5 · Pion blanc sur case blanche d5 · Pion noir sur case noire e5 · Pion noir sur case blanche h5 · Pion blanc sur case blanche a4 · Pion blanc sur case noire b4 · Pion noir sur case blanche c4 · Pion blanc sur case blanche e4 · Tour blanche sur case noire a3 · Pion blanc sur case noire c3 · Fou blanc sur case noire e3 · Cavalier blanc sur case blanche f3 · Pion blanc sur case blanche h3 · Tour blanche sur case blanche a2 · Fou blanc sur case blanche c2 · Cavalier blanc sur case noire d2 · Pion blanc sur case noire f2 · Pion blanc sur case blanche g2 · Dame blanche sur case noire a1 · Roi blanc sur case noire g1 | Tour noire sur case blanche a8 · Tour noire sur case blanche c8 · Dame noire sur case blanche e8 · Fou noir sur case blanche b7 · Fou noir sur case noire e7 · Pion noir sur case blanche f7 · Roi noir sur case noire g7 · Cavalier noir sur case blanche h7 · Pion noir sur case blanche a6 · Pion noir sur case noire d6 · Cavalier noir sur case noire f6 · Pion noir sur case blanche g6 · Pion noir sur case blanche b5 · Pion blanc sur case blanche d5 · Pion noir sur case noire e5 · Pion noir sur case blanche h5 · Pion blanc sur case blanche a4 · Pion blanc sur case noire b4 · Pion noir sur case blanche c4 · Pion blanc sur case blanche e4 · Tour blanche sur case noire a3 · Pion blanc sur case noire c3 · Fou blanc sur case noire e3 · Cavalier blanc sur case blanche f3 · Pion blanc sur case blanche h3 · Tour blanche sur case blanche a2 · Fou blanc sur case blanche c2 · Cavalier blanc sur case noire d2 · Pion blanc sur case noire f2 · Pion blanc sur case blanche g2 · Dame blanche sur case noire a1 · Roi blanc sur case noire g1 | Tour noire sur case blanche a8 · Tour noire sur case blanche c8 · Dame noire sur case blanche e8 · Fou noir sur case blanche b7 · Fou noir sur case noire e7 · Pion noir sur case blanche f7 · Roi noir sur case noire g7 · Cavalier noir sur case blanche h7 · Pion noir sur case blanche a6 · Pion noir sur case noire d6 · Cavalier noir sur case noire f6 · Pion noir sur case blanche g6 · Pion noir sur case blanche b5 · Pion blanc sur case blanche d5 · Pion noir sur case noire e5 · Pion noir sur case blanche h5 · Pion blanc sur case blanche a4 · Pion blanc sur case noire b4 · Pion noir sur case blanche c4 · Pion blanc sur case blanche e4 · Tour blanche sur case noire a3 · Pion blanc sur case noire c3 · Fou blanc sur case noire e3 · Cavalier blanc sur case blanche f3 · Pion blanc sur case blanche h3 · Tour blanche sur case blanche a2 · Fou blanc sur case blanche c2 · Cavalier blanc sur case noire d2 · Pion blanc sur case noire f2 · Pion blanc sur case blanche g2 · Dame blanche sur case noire a1 · Roi blanc sur case noire g1 | Tour noire sur case blanche a8 · Tour noire sur case blanche c8 · Dame noire sur case blanche e8 · Fou noir sur case blanche b7 · Fou noir sur case noire e7 · Pion noir sur case blanche f7 · Roi noir sur case noire g7 · Cavalier noir sur case blanche h7 · Pion noir sur case blanche a6 · Pion noir sur case noire d6 · Cavalier noir sur case noire f6 · Pion noir sur case blanche g6 · Pion noir sur case blanche b5 · Pion blanc sur case blanche d5 · Pion noir sur case noire e5 · Pion noir sur case blanche h5 · Pion blanc sur case blanche a4 · Pion blanc sur case noire b4 · Pion noir sur case blanche c4 · Pion blanc sur case blanche e4 · Tour blanche sur case noire a3 · Pion blanc sur case noire c3 · Fou blanc sur case noire e3 · Cavalier blanc sur case blanche f3 · Pion blanc sur case blanche h3 · Tour blanche sur case blanche a2 · Fou blanc sur case blanche c2 · Cavalier blanc sur case noire d2 · Pion blanc sur case noire f2 · Pion blanc sur case blanche g2 · Dame blanche sur case noire a1 · Roi blanc sur case noire g1 | Tour noire sur case blanche a8 · Tour noire sur case blanche c8 · Dame noire sur case blanche e8 · Fou noir sur case blanche b7 · Fou noir sur case noire e7 · Pion noir sur case blanche f7 · Roi noir sur case noire g7 · Cavalier noir sur case blanche h7 · Pion noir sur case blanche a6 · Pion noir sur case noire d6 · Cavalier noir sur case noire f6 · Pion noir sur case blanche g6 · Pion noir sur case blanche b5 · Pion blanc sur case blanche d5 · Pion noir sur case noire e5 · Pion noir sur case blanche h5 · Pion blanc sur case blanche a4 · Pion blanc sur case noire b4 · Pion noir sur case blanche c4 · Pion blanc sur case blanche e4 · Tour blanche sur case noire a3 · Pion blanc sur case noire c3 · Fou blanc sur case noire e3 · Cavalier blanc sur case blanche f3 · Pion blanc sur case blanche h3 · Tour blanche sur case blanche a2 · Fou blanc sur case blanche c2 · Cavalier blanc sur case noire d2 · Pion blanc sur case noire f2 · Pion blanc sur case blanche g2 · Dame blanche sur case noire a1 · Roi blanc sur case noire g1 | Tour noire sur case blanche a8 · Tour noire sur case blanche c8 · Dame noire sur case blanche e8 · Fou noir sur case blanche b7 · Fou noir sur case noire e7 · Pion noir sur case blanche f7 · Roi noir sur case noire g7 · Cavalier noir sur case blanche h7 · Pion noir sur case blanche a6 · Pion noir sur case noire d6 · Cavalier noir sur case noire f6 · Pion noir sur case blanche g6 · Pion noir sur case blanche b5 · Pion blanc sur case blanche d5 · Pion noir sur case noire e5 · Pion noir sur case blanche h5 · Pion blanc sur case blanche a4 · Pion blanc sur case noire b4 · Pion noir sur case blanche c4 · Pion blanc sur case blanche e4 · Tour blanche sur case noire a3 · Pion blanc sur case noire c3 · Fou blanc sur case noire e3 · Cavalier blanc sur case blanche f3 · Pion blanc sur case blanche h3 · Tour blanche sur case blanche a2 · Fou blanc sur case blanche c2 · Cavalier blanc sur case noire d2 · Pion blanc sur case noire f2 · Pion blanc sur case blanche g2 · Dame blanche sur case noire a1 · Roi blanc sur case noire g1 | 4 |
| 3 | Tour noire sur case blanche a8 · Tour noire sur case blanche c8 · Dame noire sur case blanche e8 · Fou noir sur case blanche b7 · Fou noir sur case noire e7 · Pion noir sur case blanche f7 · Roi noir sur case noire g7 · Cavalier noir sur case blanche h7 · Pion noir sur case blanche a6 · Pion noir sur case noire d6 · Cavalier noir sur case noire f6 · Pion noir sur case blanche g6 · Pion noir sur case blanche b5 · Pion blanc sur case blanche d5 · Pion noir sur case noire e5 · Pion noir sur case blanche h5 · Pion blanc sur case blanche a4 · Pion blanc sur case noire b4 · Pion noir sur case blanche c4 · Pion blanc sur case blanche e4 · Tour blanche sur case noire a3 · Pion blanc sur case noire c3 · Fou blanc sur case noire e3 · Cavalier blanc sur case blanche f3 · Pion blanc sur case blanche h3 · Tour blanche sur case blanche a2 · Fou blanc sur case blanche c2 · Cavalier blanc sur case noire d2 · Pion blanc sur case noire f2 · Pion blanc sur case blanche g2 · Dame blanche sur case noire a1 · Roi blanc sur case noire g1 | Tour noire sur case blanche a8 · Tour noire sur case blanche c8 · Dame noire sur case blanche e8 · Fou noir sur case blanche b7 · Fou noir sur case noire e7 · Pion noir sur case blanche f7 · Roi noir sur case noire g7 · Cavalier noir sur case blanche h7 · Pion noir sur case blanche a6 · Pion noir sur case noire d6 · Cavalier noir sur case noire f6 · Pion noir sur case blanche g6 · Pion noir sur case blanche b5 · Pion blanc sur case blanche d5 · Pion noir sur case noire e5 · Pion noir sur case blanche h5 · Pion blanc sur case blanche a4 · Pion blanc sur case noire b4 · Pion noir sur case blanche c4 · Pion blanc sur case blanche e4 · Tour blanche sur case noire a3 · Pion blanc sur case noire c3 · Fou blanc sur case noire e3 · Cavalier blanc sur case blanche f3 · Pion blanc sur case blanche h3 · Tour blanche sur case blanche a2 · Fou blanc sur case blanche c2 · Cavalier blanc sur case noire d2 · Pion blanc sur case noire f2 · Pion blanc sur case blanche g2 · Dame blanche sur case noire a1 · Roi blanc sur case noire g1 | Tour noire sur case blanche a8 · Tour noire sur case blanche c8 · Dame noire sur case blanche e8 · Fou noir sur case blanche b7 · Fou noir sur case noire e7 · Pion noir sur case blanche f7 · Roi noir sur case noire g7 · Cavalier noir sur case blanche h7 · Pion noir sur case blanche a6 · Pion noir sur case noire d6 · Cavalier noir sur case noire f6 · Pion noir sur case blanche g6 · Pion noir sur case blanche b5 · Pion blanc sur case blanche d5 · Pion noir sur case noire e5 · Pion noir sur case blanche h5 · Pion blanc sur case blanche a4 · Pion blanc sur case noire b4 · Pion noir sur case blanche c4 · Pion blanc sur case blanche e4 · Tour blanche sur case noire a3 · Pion blanc sur case noire c3 · Fou blanc sur case noire e3 · Cavalier blanc sur case blanche f3 · Pion blanc sur case blanche h3 · Tour blanche sur case blanche a2 · Fou blanc sur case blanche c2 · Cavalier blanc sur case noire d2 · Pion blanc sur case noire f2 · Pion blanc sur case blanche g2 · Dame blanche sur case noire a1 · Roi blanc sur case noire g1 | Tour noire sur case blanche a8 · Tour noire sur case blanche c8 · Dame noire sur case blanche e8 · Fou noir sur case blanche b7 · Fou noir sur case noire e7 · Pion noir sur case blanche f7 · Roi noir sur case noire g7 · Cavalier noir sur case blanche h7 · Pion noir sur case blanche a6 · Pion noir sur case noire d6 · Cavalier noir sur case noire f6 · Pion noir sur case blanche g6 · Pion noir sur case blanche b5 · Pion blanc sur case blanche d5 · Pion noir sur case noire e5 · Pion noir sur case blanche h5 · Pion blanc sur case blanche a4 · Pion blanc sur case noire b4 · Pion noir sur case blanche c4 · Pion blanc sur case blanche e4 · Tour blanche sur case noire a3 · Pion blanc sur case noire c3 · Fou blanc sur case noire e3 · Cavalier blanc sur case blanche f3 · Pion blanc sur case blanche h3 · Tour blanche sur case blanche a2 · Fou blanc sur case blanche c2 · Cavalier blanc sur case noire d2 · Pion blanc sur case noire f2 · Pion blanc sur case blanche g2 · Dame blanche sur case noire a1 · Roi blanc sur case noire g1 | Tour noire sur case blanche a8 · Tour noire sur case blanche c8 · Dame noire sur case blanche e8 · Fou noir sur case blanche b7 · Fou noir sur case noire e7 · Pion noir sur case blanche f7 · Roi noir sur case noire g7 · Cavalier noir sur case blanche h7 · Pion noir sur case blanche a6 · Pion noir sur case noire d6 · Cavalier noir sur case noire f6 · Pion noir sur case blanche g6 · Pion noir sur case blanche b5 · Pion blanc sur case blanche d5 · Pion noir sur case noire e5 · Pion noir sur case blanche h5 · Pion blanc sur case blanche a4 · Pion blanc sur case noire b4 · Pion noir sur case blanche c4 · Pion blanc sur case blanche e4 · Tour blanche sur case noire a3 · Pion blanc sur case noire c3 · Fou blanc sur case noire e3 · Cavalier blanc sur case blanche f3 · Pion blanc sur case blanche h3 · Tour blanche sur case blanche a2 · Fou blanc sur case blanche c2 · Cavalier blanc sur case noire d2 · Pion blanc sur case noire f2 · Pion blanc sur case blanche g2 · Dame blanche sur case noire a1 · Roi blanc sur case noire g1 | Tour noire sur case blanche a8 · Tour noire sur case blanche c8 · Dame noire sur case blanche e8 · Fou noir sur case blanche b7 · Fou noir sur case noire e7 · Pion noir sur case blanche f7 · Roi noir sur case noire g7 · Cavalier noir sur case blanche h7 · Pion noir sur case blanche a6 · Pion noir sur case noire d6 · Cavalier noir sur case noire f6 · Pion noir sur case blanche g6 · Pion noir sur case blanche b5 · Pion blanc sur case blanche d5 · Pion noir sur case noire e5 · Pion noir sur case blanche h5 · Pion blanc sur case blanche a4 · Pion blanc sur case noire b4 · Pion noir sur case blanche c4 · Pion blanc sur case blanche e4 · Tour blanche sur case noire a3 · Pion blanc sur case noire c3 · Fou blanc sur case noire e3 · Cavalier blanc sur case blanche f3 · Pion blanc sur case blanche h3 · Tour blanche sur case blanche a2 · Fou blanc sur case blanche c2 · Cavalier blanc sur case noire d2 · Pion blanc sur case noire f2 · Pion blanc sur case blanche g2 · Dame blanche sur case noire a1 · Roi blanc sur case noire g1 | Tour noire sur case blanche a8 · Tour noire sur case blanche c8 · Dame noire sur case blanche e8 · Fou noir sur case blanche b7 · Fou noir sur case noire e7 · Pion noir sur case blanche f7 · Roi noir sur case noire g7 · Cavalier noir sur case blanche h7 · Pion noir sur case blanche a6 · Pion noir sur case noire d6 · Cavalier noir sur case noire f6 · Pion noir sur case blanche g6 · Pion noir sur case blanche b5 · Pion blanc sur case blanche d5 · Pion noir sur case noire e5 · Pion noir sur case blanche h5 · Pion blanc sur case blanche a4 · Pion blanc sur case noire b4 · Pion noir sur case blanche c4 · Pion blanc sur case blanche e4 · Tour blanche sur case noire a3 · Pion blanc sur case noire c3 · Fou blanc sur case noire e3 · Cavalier blanc sur case blanche f3 · Pion blanc sur case blanche h3 · Tour blanche sur case blanche a2 · Fou blanc sur case blanche c2 · Cavalier blanc sur case noire d2 · Pion blanc sur case noire f2 · Pion blanc sur case blanche g2 · Dame blanche sur case noire a1 · Roi blanc sur case noire g1 | Tour noire sur case blanche a8 · Tour noire sur case blanche c8 · Dame noire sur case blanche e8 · Fou noir sur case blanche b7 · Fou noir sur case noire e7 · Pion noir sur case blanche f7 · Roi noir sur case noire g7 · Cavalier noir sur case blanche h7 · Pion noir sur case blanche a6 · Pion noir sur case noire d6 · Cavalier noir sur case noire f6 · Pion noir sur case blanche g6 · Pion noir sur case blanche b5 · Pion blanc sur case blanche d5 · Pion noir sur case noire e5 · Pion noir sur case blanche h5 · Pion blanc sur case blanche a4 · Pion blanc sur case noire b4 · Pion noir sur case blanche c4 · Pion blanc sur case blanche e4 · Tour blanche sur case noire a3 · Pion blanc sur case noire c3 · Fou blanc sur case noire e3 · Cavalier blanc sur case blanche f3 · Pion blanc sur case blanche h3 · Tour blanche sur case blanche a2 · Fou blanc sur case blanche c2 · Cavalier blanc sur case noire d2 · Pion blanc sur case noire f2 · Pion blanc sur case blanche g2 · Dame blanche sur case noire a1 · Roi blanc sur case noire g1 | 3 |
| 2 | Tour noire sur case blanche a8 · Tour noire sur case blanche c8 · Dame noire sur case blanche e8 · Fou noir sur case blanche b7 · Fou noir sur case noire e7 · Pion noir sur case blanche f7 · Roi noir sur case noire g7 · Cavalier noir sur case blanche h7 · Pion noir sur case blanche a6 · Pion noir sur case noire d6 · Cavalier noir sur case noire f6 · Pion noir sur case blanche g6 · Pion noir sur case blanche b5 · Pion blanc sur case blanche d5 · Pion noir sur case noire e5 · Pion noir sur case blanche h5 · Pion blanc sur case blanche a4 · Pion blanc sur case noire b4 · Pion noir sur case blanche c4 · Pion blanc sur case blanche e4 · Tour blanche sur case noire a3 · Pion blanc sur case noire c3 · Fou blanc sur case noire e3 · Cavalier blanc sur case blanche f3 · Pion blanc sur case blanche h3 · Tour blanche sur case blanche a2 · Fou blanc sur case blanche c2 · Cavalier blanc sur case noire d2 · Pion blanc sur case noire f2 · Pion blanc sur case blanche g2 · Dame blanche sur case noire a1 · Roi blanc sur case noire g1 | Tour noire sur case blanche a8 · Tour noire sur case blanche c8 · Dame noire sur case blanche e8 · Fou noir sur case blanche b7 · Fou noir sur case noire e7 · Pion noir sur case blanche f7 · Roi noir sur case noire g7 · Cavalier noir sur case blanche h7 · Pion noir sur case blanche a6 · Pion noir sur case noire d6 · Cavalier noir sur case noire f6 · Pion noir sur case blanche g6 · Pion noir sur case blanche b5 · Pion blanc sur case blanche d5 · Pion noir sur case noire e5 · Pion noir sur case blanche h5 · Pion blanc sur case blanche a4 · Pion blanc sur case noire b4 · Pion noir sur case blanche c4 · Pion blanc sur case blanche e4 · Tour blanche sur case noire a3 · Pion blanc sur case noire c3 · Fou blanc sur case noire e3 · Cavalier blanc sur case blanche f3 · Pion blanc sur case blanche h3 · Tour blanche sur case blanche a2 · Fou blanc sur case blanche c2 · Cavalier blanc sur case noire d2 · Pion blanc sur case noire f2 · Pion blanc sur case blanche g2 · Dame blanche sur case noire a1 · Roi blanc sur case noire g1 | Tour noire sur case blanche a8 · Tour noire sur case blanche c8 · Dame noire sur case blanche e8 · Fou noir sur case blanche b7 · Fou noir sur case noire e7 · Pion noir sur case blanche f7 · Roi noir sur case noire g7 · Cavalier noir sur case blanche h7 · Pion noir sur case blanche a6 · Pion noir sur case noire d6 · Cavalier noir sur case noire f6 · Pion noir sur case blanche g6 · Pion noir sur case blanche b5 · Pion blanc sur case blanche d5 · Pion noir sur case noire e5 · Pion noir sur case blanche h5 · Pion blanc sur case blanche a4 · Pion blanc sur case noire b4 · Pion noir sur case blanche c4 · Pion blanc sur case blanche e4 · Tour blanche sur case noire a3 · Pion blanc sur case noire c3 · Fou blanc sur case noire e3 · Cavalier blanc sur case blanche f3 · Pion blanc sur case blanche h3 · Tour blanche sur case blanche a2 · Fou blanc sur case blanche c2 · Cavalier blanc sur case noire d2 · Pion blanc sur case noire f2 · Pion blanc sur case blanche g2 · Dame blanche sur case noire a1 · Roi blanc sur case noire g1 | Tour noire sur case blanche a8 · Tour noire sur case blanche c8 · Dame noire sur case blanche e8 · Fou noir sur case blanche b7 · Fou noir sur case noire e7 · Pion noir sur case blanche f7 · Roi noir sur case noire g7 · Cavalier noir sur case blanche h7 · Pion noir sur case blanche a6 · Pion noir sur case noire d6 · Cavalier noir sur case noire f6 · Pion noir sur case blanche g6 · Pion noir sur case blanche b5 · Pion blanc sur case blanche d5 · Pion noir sur case noire e5 · Pion noir sur case blanche h5 · Pion blanc sur case blanche a4 · Pion blanc sur case noire b4 · Pion noir sur case blanche c4 · Pion blanc sur case blanche e4 · Tour blanche sur case noire a3 · Pion blanc sur case noire c3 · Fou blanc sur case noire e3 · Cavalier blanc sur case blanche f3 · Pion blanc sur case blanche h3 · Tour blanche sur case blanche a2 · Fou blanc sur case blanche c2 · Cavalier blanc sur case noire d2 · Pion blanc sur case noire f2 · Pion blanc sur case blanche g2 · Dame blanche sur case noire a1 · Roi blanc sur case noire g1 | Tour noire sur case blanche a8 · Tour noire sur case blanche c8 · Dame noire sur case blanche e8 · Fou noir sur case blanche b7 · Fou noir sur case noire e7 · Pion noir sur case blanche f7 · Roi noir sur case noire g7 · Cavalier noir sur case blanche h7 · Pion noir sur case blanche a6 · Pion noir sur case noire d6 · Cavalier noir sur case noire f6 · Pion noir sur case blanche g6 · Pion noir sur case blanche b5 · Pion blanc sur case blanche d5 · Pion noir sur case noire e5 · Pion noir sur case blanche h5 · Pion blanc sur case blanche a4 · Pion blanc sur case noire b4 · Pion noir sur case blanche c4 · Pion blanc sur case blanche e4 · Tour blanche sur case noire a3 · Pion blanc sur case noire c3 · Fou blanc sur case noire e3 · Cavalier blanc sur case blanche f3 · Pion blanc sur case blanche h3 · Tour blanche sur case blanche a2 · Fou blanc sur case blanche c2 · Cavalier blanc sur case noire d2 · Pion blanc sur case noire f2 · Pion blanc sur case blanche g2 · Dame blanche sur case noire a1 · Roi blanc sur case noire g1 | Tour noire sur case blanche a8 · Tour noire sur case blanche c8 · Dame noire sur case blanche e8 · Fou noir sur case blanche b7 · Fou noir sur case noire e7 · Pion noir sur case blanche f7 · Roi noir sur case noire g7 · Cavalier noir sur case blanche h7 · Pion noir sur case blanche a6 · Pion noir sur case noire d6 · Cavalier noir sur case noire f6 · Pion noir sur case blanche g6 · Pion noir sur case blanche b5 · Pion blanc sur case blanche d5 · Pion noir sur case noire e5 · Pion noir sur case blanche h5 · Pion blanc sur case blanche a4 · Pion blanc sur case noire b4 · Pion noir sur case blanche c4 · Pion blanc sur case blanche e4 · Tour blanche sur case noire a3 · Pion blanc sur case noire c3 · Fou blanc sur case noire e3 · Cavalier blanc sur case blanche f3 · Pion blanc sur case blanche h3 · Tour blanche sur case blanche a2 · Fou blanc sur case blanche c2 · Cavalier blanc sur case noire d2 · Pion blanc sur case noire f2 · Pion blanc sur case blanche g2 · Dame blanche sur case noire a1 · Roi blanc sur case noire g1 | Tour noire sur case blanche a8 · Tour noire sur case blanche c8 · Dame noire sur case blanche e8 · Fou noir sur case blanche b7 · Fou noir sur case noire e7 · Pion noir sur case blanche f7 · Roi noir sur case noire g7 · Cavalier noir sur case blanche h7 · Pion noir sur case blanche a6 · Pion noir sur case noire d6 · Cavalier noir sur case noire f6 · Pion noir sur case blanche g6 · Pion noir sur case blanche b5 · Pion blanc sur case blanche d5 · Pion noir sur case noire e5 · Pion noir sur case blanche h5 · Pion blanc sur case blanche a4 · Pion blanc sur case noire b4 · Pion noir sur case blanche c4 · Pion blanc sur case blanche e4 · Tour blanche sur case noire a3 · Pion blanc sur case noire c3 · Fou blanc sur case noire e3 · Cavalier blanc sur case blanche f3 · Pion blanc sur case blanche h3 · Tour blanche sur case blanche a2 · Fou blanc sur case blanche c2 · Cavalier blanc sur case noire d2 · Pion blanc sur case noire f2 · Pion blanc sur case blanche g2 · Dame blanche sur case noire a1 · Roi blanc sur case noire g1 | Tour noire sur case blanche a8 · Tour noire sur case blanche c8 · Dame noire sur case blanche e8 · Fou noir sur case blanche b7 · Fou noir sur case noire e7 · Pion noir sur case blanche f7 · Roi noir sur case noire g7 · Cavalier noir sur case blanche h7 · Pion noir sur case blanche a6 · Pion noir sur case noire d6 · Cavalier noir sur case noire f6 · Pion noir sur case blanche g6 · Pion noir sur case blanche b5 · Pion blanc sur case blanche d5 · Pion noir sur case noire e5 · Pion noir sur case blanche h5 · Pion blanc sur case blanche a4 · Pion blanc sur case noire b4 · Pion noir sur case blanche c4 · Pion blanc sur case blanche e4 · Tour blanche sur case noire a3 · Pion blanc sur case noire c3 · Fou blanc sur case noire e3 · Cavalier blanc sur case blanche f3 · Pion blanc sur case blanche h3 · Tour blanche sur case blanche a2 · Fou blanc sur case blanche c2 · Cavalier blanc sur case noire d2 · Pion blanc sur case noire f2 · Pion blanc sur case blanche g2 · Dame blanche sur case noire a1 · Roi blanc sur case noire g1 | 2 |
| 1 | Tour noire sur case blanche a8 · Tour noire sur case blanche c8 · Dame noire sur case blanche e8 · Fou noir sur case blanche b7 · Fou noir sur case noire e7 · Pion noir sur case blanche f7 · Roi noir sur case noire g7 · Cavalier noir sur case blanche h7 · Pion noir sur case blanche a6 · Pion noir sur case noire d6 · Cavalier noir sur case noire f6 · Pion noir sur case blanche g6 · Pion noir sur case blanche b5 · Pion blanc sur case blanche d5 · Pion noir sur case noire e5 · Pion noir sur case blanche h5 · Pion blanc sur case blanche a4 · Pion blanc sur case noire b4 · Pion noir sur case blanche c4 · Pion blanc sur case blanche e4 · Tour blanche sur case noire a3 · Pion blanc sur case noire c3 · Fou blanc sur case noire e3 · Cavalier blanc sur case blanche f3 · Pion blanc sur case blanche h3 · Tour blanche sur case blanche a2 · Fou blanc sur case blanche c2 · Cavalier blanc sur case noire d2 · Pion blanc sur case noire f2 · Pion blanc sur case blanche g2 · Dame blanche sur case noire a1 · Roi blanc sur case noire g1 | Tour noire sur case blanche a8 · Tour noire sur case blanche c8 · Dame noire sur case blanche e8 · Fou noir sur case blanche b7 · Fou noir sur case noire e7 · Pion noir sur case blanche f7 · Roi noir sur case noire g7 · Cavalier noir sur case blanche h7 · Pion noir sur case blanche a6 · Pion noir sur case noire d6 · Cavalier noir sur case noire f6 · Pion noir sur case blanche g6 · Pion noir sur case blanche b5 · Pion blanc sur case blanche d5 · Pion noir sur case noire e5 · Pion noir sur case blanche h5 · Pion blanc sur case blanche a4 · Pion blanc sur case noire b4 · Pion noir sur case blanche c4 · Pion blanc sur case blanche e4 · Tour blanche sur case noire a3 · Pion blanc sur case noire c3 · Fou blanc sur case noire e3 · Cavalier blanc sur case blanche f3 · Pion blanc sur case blanche h3 · Tour blanche sur case blanche a2 · Fou blanc sur case blanche c2 · Cavalier blanc sur case noire d2 · Pion blanc sur case noire f2 · Pion blanc sur case blanche g2 · Dame blanche sur case noire a1 · Roi blanc sur case noire g1 | Tour noire sur case blanche a8 · Tour noire sur case blanche c8 · Dame noire sur case blanche e8 · Fou noir sur case blanche b7 · Fou noir sur case noire e7 · Pion noir sur case blanche f7 · Roi noir sur case noire g7 · Cavalier noir sur case blanche h7 · Pion noir sur case blanche a6 · Pion noir sur case noire d6 · Cavalier noir sur case noire f6 · Pion noir sur case blanche g6 · Pion noir sur case blanche b5 · Pion blanc sur case blanche d5 · Pion noir sur case noire e5 · Pion noir sur case blanche h5 · Pion blanc sur case blanche a4 · Pion blanc sur case noire b4 · Pion noir sur case blanche c4 · Pion blanc sur case blanche e4 · Tour blanche sur case noire a3 · Pion blanc sur case noire c3 · Fou blanc sur case noire e3 · Cavalier blanc sur case blanche f3 · Pion blanc sur case blanche h3 · Tour blanche sur case blanche a2 · Fou blanc sur case blanche c2 · Cavalier blanc sur case noire d2 · Pion blanc sur case noire f2 · Pion blanc sur case blanche g2 · Dame blanche sur case noire a1 · Roi blanc sur case noire g1 | Tour noire sur case blanche a8 · Tour noire sur case blanche c8 · Dame noire sur case blanche e8 · Fou noir sur case blanche b7 · Fou noir sur case noire e7 · Pion noir sur case blanche f7 · Roi noir sur case noire g7 · Cavalier noir sur case blanche h7 · Pion noir sur case blanche a6 · Pion noir sur case noire d6 · Cavalier noir sur case noire f6 · Pion noir sur case blanche g6 · Pion noir sur case blanche b5 · Pion blanc sur case blanche d5 · Pion noir sur case noire e5 · Pion noir sur case blanche h5 · Pion blanc sur case blanche a4 · Pion blanc sur case noire b4 · Pion noir sur case blanche c4 · Pion blanc sur case blanche e4 · Tour blanche sur case noire a3 · Pion blanc sur case noire c3 · Fou blanc sur case noire e3 · Cavalier blanc sur case blanche f3 · Pion blanc sur case blanche h3 · Tour blanche sur case blanche a2 · Fou blanc sur case blanche c2 · Cavalier blanc sur case noire d2 · Pion blanc sur case noire f2 · Pion blanc sur case blanche g2 · Dame blanche sur case noire a1 · Roi blanc sur case noire g1 | Tour noire sur case blanche a8 · Tour noire sur case blanche c8 · Dame noire sur case blanche e8 · Fou noir sur case blanche b7 · Fou noir sur case noire e7 · Pion noir sur case blanche f7 · Roi noir sur case noire g7 · Cavalier noir sur case blanche h7 · Pion noir sur case blanche a6 · Pion noir sur case noire d6 · Cavalier noir sur case noire f6 · Pion noir sur case blanche g6 · Pion noir sur case blanche b5 · Pion blanc sur case blanche d5 · Pion noir sur case noire e5 · Pion noir sur case blanche h5 · Pion blanc sur case blanche a4 · Pion blanc sur case noire b4 · Pion noir sur case blanche c4 · Pion blanc sur case blanche e4 · Tour blanche sur case noire a3 · Pion blanc sur case noire c3 · Fou blanc sur case noire e3 · Cavalier blanc sur case blanche f3 · Pion blanc sur case blanche h3 · Tour blanche sur case blanche a2 · Fou blanc sur case blanche c2 · Cavalier blanc sur case noire d2 · Pion blanc sur case noire f2 · Pion blanc sur case blanche g2 · Dame blanche sur case noire a1 · Roi blanc sur case noire g1 | Tour noire sur case blanche a8 · Tour noire sur case blanche c8 · Dame noire sur case blanche e8 · Fou noir sur case blanche b7 · Fou noir sur case noire e7 · Pion noir sur case blanche f7 · Roi noir sur case noire g7 · Cavalier noir sur case blanche h7 · Pion noir sur case blanche a6 · Pion noir sur case noire d6 · Cavalier noir sur case noire f6 · Pion noir sur case blanche g6 · Pion noir sur case blanche b5 · Pion blanc sur case blanche d5 · Pion noir sur case noire e5 · Pion noir sur case blanche h5 · Pion blanc sur case blanche a4 · Pion blanc sur case noire b4 · Pion noir sur case blanche c4 · Pion blanc sur case blanche e4 · Tour blanche sur case noire a3 · Pion blanc sur case noire c3 · Fou blanc sur case noire e3 · Cavalier blanc sur case blanche f3 · Pion blanc sur case blanche h3 · Tour blanche sur case blanche a2 · Fou blanc sur case blanche c2 · Cavalier blanc sur case noire d2 · Pion blanc sur case noire f2 · Pion blanc sur case blanche g2 · Dame blanche sur case noire a1 · Roi blanc sur case noire g1 | Tour noire sur case blanche a8 · Tour noire sur case blanche c8 · Dame noire sur case blanche e8 · Fou noir sur case blanche b7 · Fou noir sur case noire e7 · Pion noir sur case blanche f7 · Roi noir sur case noire g7 · Cavalier noir sur case blanche h7 · Pion noir sur case blanche a6 · Pion noir sur case noire d6 · Cavalier noir sur case noire f6 · Pion noir sur case blanche g6 · Pion noir sur case blanche b5 · Pion blanc sur case blanche d5 · Pion noir sur case noire e5 · Pion noir sur case blanche h5 · Pion blanc sur case blanche a4 · Pion blanc sur case noire b4 · Pion noir sur case blanche c4 · Pion blanc sur case blanche e4 · Tour blanche sur case noire a3 · Pion blanc sur case noire c3 · Fou blanc sur case noire e3 · Cavalier blanc sur case blanche f3 · Pion blanc sur case blanche h3 · Tour blanche sur case blanche a2 · Fou blanc sur case blanche c2 · Cavalier blanc sur case noire d2 · Pion blanc sur case noire f2 · Pion blanc sur case blanche g2 · Dame blanche sur case noire a1 · Roi blanc sur case noire g1 | Tour noire sur case blanche a8 · Tour noire sur case blanche c8 · Dame noire sur case blanche e8 · Fou noir sur case blanche b7 · Fou noir sur case noire e7 · Pion noir sur case blanche f7 · Roi noir sur case noire g7 · Cavalier noir sur case blanche h7 · Pion noir sur case blanche a6 · Pion noir sur case noire d6 · Cavalier noir sur case noire f6 · Pion noir sur case blanche g6 · Pion noir sur case blanche b5 · Pion blanc sur case blanche d5 · Pion noir sur case noire e5 · Pion noir sur case blanche h5 · Pion blanc sur case blanche a4 · Pion blanc sur case noire b4 · Pion noir sur case blanche c4 · Pion blanc sur case blanche e4 · Tour blanche sur case noire a3 · Pion blanc sur case noire c3 · Fou blanc sur case noire e3 · Cavalier blanc sur case blanche f3 · Pion blanc sur case blanche h3 · Tour blanche sur case blanche a2 · Fou blanc sur case blanche c2 · Cavalier blanc sur case noire d2 · Pion blanc sur case noire f2 · Pion blanc sur case blanche g2 · Dame blanche sur case noire a1 · Roi blanc sur case noire g1 | 1 |
|   | a | b | c | d | e | f | g | h |   |

2 septembre. 19.b4! a été la nouveauté de Fischer en empêchant...Cc5. Après 22.Ta3, Fischer avait l'avantage. 
Fischer–Spassky, partie 1 ; Partie espagnole, Variante Breyer (ECO C95) 

1.e4 e5 2.Cf3 Cc6 3.Fb5 a6 4.Fa4 Cf6 5.0-0 Fe7 6.Te1 b5 7.Fb3 0-0 8.c3 d6 9.h3 Cb8 10.d4 Cbd7 11.Cbd2 Fb7 12.Fc2 Te8 13.Cf1 Ff8 14.Cg3 g6 15.Fg5 h6 16.Fd2 Fg7 17.a4 c5 18.d5 c4 19.b4 Ch7 20.Fe3 h5 21.Dd2 Tf8 22.Ta3 Cdf6 23.Tea1 Dd7 24.T1a2 Tfc8 25.Dc1 Ff8 26.Da1 De8 27.Cf1 Fe7 28.C1d2 Rg7 (diagramme) 29.Cb1 Cxe4 30.Fxe4 f5 31.Fc2 Fxd5 32.axb5 axb5 33.Ta7 Rf6 34.Cbd2 Txa7 35.Txa7 Ta8 36.g4 hxg4 37.hxg4 Txa7 38.Dxa7 f4 39.Fxf4 exf4 40.Ch4 Ff7 41.Dd4+ Re6 42.Cf5 Ff8 43.Dxf4 Rd7 44.Cd4 De1+ 45.Rg2 Fd5+ 46.Fe4 Fxe4+ 47.Cxe4 Fe7 48.Cxb5 Cf8 49.Cbxd6 Ce6 50.De5 1–0

#### Partie 2: Spassky ½ Fischer ½ (Défense est-indienne Sämisch)
|   | a | b | c | d | e | f | g | h |   |
| 8 | Tour noire sur case noire d8 · Tour noire sur case noire h8 · Pion noir sur case noire a7 · Cavalier noir sur case noire c7 · Roi noir sur case noire e7 · Fou noir sur case noire g7 · Pion noir sur case noire b6 · Pion noir sur case blanche e6 · Cavalier noir sur case noire f6 · Pion noir sur case noire h6 · Pion noir sur case noire c5 · Pion noir sur case noire e5 · Pion blanc sur case blanche f5 · Pion blanc sur case blanche c4 · Cavalier blanc sur case blanche e4 · Fou blanc sur case noire e3 · Fou blanc sur case blanche h3 · Pion blanc sur case blanche a2 · Pion blanc sur case noire b2 · Pion blanc sur case noire h2 · Roi blanc sur case noire c1 · Tour blanche sur case blanche d1 · Tour blanche sur case blanche f1 | Tour noire sur case noire d8 · Tour noire sur case noire h8 · Pion noir sur case noire a7 · Cavalier noir sur case noire c7 · Roi noir sur case noire e7 · Fou noir sur case noire g7 · Pion noir sur case noire b6 · Pion noir sur case blanche e6 · Cavalier noir sur case noire f6 · Pion noir sur case noire h6 · Pion noir sur case noire c5 · Pion noir sur case noire e5 · Pion blanc sur case blanche f5 · Pion blanc sur case blanche c4 · Cavalier blanc sur case blanche e4 · Fou blanc sur case noire e3 · Fou blanc sur case blanche h3 · Pion blanc sur case blanche a2 · Pion blanc sur case noire b2 · Pion blanc sur case noire h2 · Roi blanc sur case noire c1 · Tour blanche sur case blanche d1 · Tour blanche sur case blanche f1 | Tour noire sur case noire d8 · Tour noire sur case noire h8 · Pion noir sur case noire a7 · Cavalier noir sur case noire c7 · Roi noir sur case noire e7 · Fou noir sur case noire g7 · Pion noir sur case noire b6 · Pion noir sur case blanche e6 · Cavalier noir sur case noire f6 · Pion noir sur case noire h6 · Pion noir sur case noire c5 · Pion noir sur case noire e5 · Pion blanc sur case blanche f5 · Pion blanc sur case blanche c4 · Cavalier blanc sur case blanche e4 · Fou blanc sur case noire e3 · Fou blanc sur case blanche h3 · Pion blanc sur case blanche a2 · Pion blanc sur case noire b2 · Pion blanc sur case noire h2 · Roi blanc sur case noire c1 · Tour blanche sur case blanche d1 · Tour blanche sur case blanche f1 | Tour noire sur case noire d8 · Tour noire sur case noire h8 · Pion noir sur case noire a7 · Cavalier noir sur case noire c7 · Roi noir sur case noire e7 · Fou noir sur case noire g7 · Pion noir sur case noire b6 · Pion noir sur case blanche e6 · Cavalier noir sur case noire f6 · Pion noir sur case noire h6 · Pion noir sur case noire c5 · Pion noir sur case noire e5 · Pion blanc sur case blanche f5 · Pion blanc sur case blanche c4 · Cavalier blanc sur case blanche e4 · Fou blanc sur case noire e3 · Fou blanc sur case blanche h3 · Pion blanc sur case blanche a2 · Pion blanc sur case noire b2 · Pion blanc sur case noire h2 · Roi blanc sur case noire c1 · Tour blanche sur case blanche d1 · Tour blanche sur case blanche f1 | Tour noire sur case noire d8 · Tour noire sur case noire h8 · Pion noir sur case noire a7 · Cavalier noir sur case noire c7 · Roi noir sur case noire e7 · Fou noir sur case noire g7 · Pion noir sur case noire b6 · Pion noir sur case blanche e6 · Cavalier noir sur case noire f6 · Pion noir sur case noire h6 · Pion noir sur case noire c5 · Pion noir sur case noire e5 · Pion blanc sur case blanche f5 · Pion blanc sur case blanche c4 · Cavalier blanc sur case blanche e4 · Fou blanc sur case noire e3 · Fou blanc sur case blanche h3 · Pion blanc sur case blanche a2 · Pion blanc sur case noire b2 · Pion blanc sur case noire h2 · Roi blanc sur case noire c1 · Tour blanche sur case blanche d1 · Tour blanche sur case blanche f1 | Tour noire sur case noire d8 · Tour noire sur case noire h8 · Pion noir sur case noire a7 · Cavalier noir sur case noire c7 · Roi noir sur case noire e7 · Fou noir sur case noire g7 · Pion noir sur case noire b6 · Pion noir sur case blanche e6 · Cavalier noir sur case noire f6 · Pion noir sur case noire h6 · Pion noir sur case noire c5 · Pion noir sur case noire e5 · Pion blanc sur case blanche f5 · Pion blanc sur case blanche c4 · Cavalier blanc sur case blanche e4 · Fou blanc sur case noire e3 · Fou blanc sur case blanche h3 · Pion blanc sur case blanche a2 · Pion blanc sur case noire b2 · Pion blanc sur case noire h2 · Roi blanc sur case noire c1 · Tour blanche sur case blanche d1 · Tour blanche sur case blanche f1 | Tour noire sur case noire d8 · Tour noire sur case noire h8 · Pion noir sur case noire a7 · Cavalier noir sur case noire c7 · Roi noir sur case noire e7 · Fou noir sur case noire g7 · Pion noir sur case noire b6 · Pion noir sur case blanche e6 · Cavalier noir sur case noire f6 · Pion noir sur case noire h6 · Pion noir sur case noire c5 · Pion noir sur case noire e5 · Pion blanc sur case blanche f5 · Pion blanc sur case blanche c4 · Cavalier blanc sur case blanche e4 · Fou blanc sur case noire e3 · Fou blanc sur case blanche h3 · Pion blanc sur case blanche a2 · Pion blanc sur case noire b2 · Pion blanc sur case noire h2 · Roi blanc sur case noire c1 · Tour blanche sur case blanche d1 · Tour blanche sur case blanche f1 | Tour noire sur case noire d8 · Tour noire sur case noire h8 · Pion noir sur case noire a7 · Cavalier noir sur case noire c7 · Roi noir sur case noire e7 · Fou noir sur case noire g7 · Pion noir sur case noire b6 · Pion noir sur case blanche e6 · Cavalier noir sur case noire f6 · Pion noir sur case noire h6 · Pion noir sur case noire c5 · Pion noir sur case noire e5 · Pion blanc sur case blanche f5 · Pion blanc sur case blanche c4 · Cavalier blanc sur case blanche e4 · Fou blanc sur case noire e3 · Fou blanc sur case blanche h3 · Pion blanc sur case blanche a2 · Pion blanc sur case noire b2 · Pion blanc sur case noire h2 · Roi blanc sur case noire c1 · Tour blanche sur case blanche d1 · Tour blanche sur case blanche f1 | 8 |
| 7 | Tour noire sur case noire d8 · Tour noire sur case noire h8 · Pion noir sur case noire a7 · Cavalier noir sur case noire c7 · Roi noir sur case noire e7 · Fou noir sur case noire g7 · Pion noir sur case noire b6 · Pion noir sur case blanche e6 · Cavalier noir sur case noire f6 · Pion noir sur case noire h6 · Pion noir sur case noire c5 · Pion noir sur case noire e5 · Pion blanc sur case blanche f5 · Pion blanc sur case blanche c4 · Cavalier blanc sur case blanche e4 · Fou blanc sur case noire e3 · Fou blanc sur case blanche h3 · Pion blanc sur case blanche a2 · Pion blanc sur case noire b2 · Pion blanc sur case noire h2 · Roi blanc sur case noire c1 · Tour blanche sur case blanche d1 · Tour blanche sur case blanche f1 | Tour noire sur case noire d8 · Tour noire sur case noire h8 · Pion noir sur case noire a7 · Cavalier noir sur case noire c7 · Roi noir sur case noire e7 · Fou noir sur case noire g7 · Pion noir sur case noire b6 · Pion noir sur case blanche e6 · Cavalier noir sur case noire f6 · Pion noir sur case noire h6 · Pion noir sur case noire c5 · Pion noir sur case noire e5 · Pion blanc sur case blanche f5 · Pion blanc sur case blanche c4 · Cavalier blanc sur case blanche e4 · Fou blanc sur case noire e3 · Fou blanc sur case blanche h3 · Pion blanc sur case blanche a2 · Pion blanc sur case noire b2 · Pion blanc sur case noire h2 · Roi blanc sur case noire c1 · Tour blanche sur case blanche d1 · Tour blanche sur case blanche f1 | Tour noire sur case noire d8 · Tour noire sur case noire h8 · Pion noir sur case noire a7 · Cavalier noir sur case noire c7 · Roi noir sur case noire e7 · Fou noir sur case noire g7 · Pion noir sur case noire b6 · Pion noir sur case blanche e6 · Cavalier noir sur case noire f6 · Pion noir sur case noire h6 · Pion noir sur case noire c5 · Pion noir sur case noire e5 · Pion blanc sur case blanche f5 · Pion blanc sur case blanche c4 · Cavalier blanc sur case blanche e4 · Fou blanc sur case noire e3 · Fou blanc sur case blanche h3 · Pion blanc sur case blanche a2 · Pion blanc sur case noire b2 · Pion blanc sur case noire h2 · Roi blanc sur case noire c1 · Tour blanche sur case blanche d1 · Tour blanche sur case blanche f1 | Tour noire sur case noire d8 · Tour noire sur case noire h8 · Pion noir sur case noire a7 · Cavalier noir sur case noire c7 · Roi noir sur case noire e7 · Fou noir sur case noire g7 · Pion noir sur case noire b6 · Pion noir sur case blanche e6 · Cavalier noir sur case noire f6 · Pion noir sur case noire h6 · Pion noir sur case noire c5 · Pion noir sur case noire e5 · Pion blanc sur case blanche f5 · Pion blanc sur case blanche c4 · Cavalier blanc sur case blanche e4 · Fou blanc sur case noire e3 · Fou blanc sur case blanche h3 · Pion blanc sur case blanche a2 · Pion blanc sur case noire b2 · Pion blanc sur case noire h2 · Roi blanc sur case noire c1 · Tour blanche sur case blanche d1 · Tour blanche sur case blanche f1 | Tour noire sur case noire d8 · Tour noire sur case noire h8 · Pion noir sur case noire a7 · Cavalier noir sur case noire c7 · Roi noir sur case noire e7 · Fou noir sur case noire g7 · Pion noir sur case noire b6 · Pion noir sur case blanche e6 · Cavalier noir sur case noire f6 · Pion noir sur case noire h6 · Pion noir sur case noire c5 · Pion noir sur case noire e5 · Pion blanc sur case blanche f5 · Pion blanc sur case blanche c4 · Cavalier blanc sur case blanche e4 · Fou blanc sur case noire e3 · Fou blanc sur case blanche h3 · Pion blanc sur case blanche a2 · Pion blanc sur case noire b2 · Pion blanc sur case noire h2 · Roi blanc sur case noire c1 · Tour blanche sur case blanche d1 · Tour blanche sur case blanche f1 | Tour noire sur case noire d8 · Tour noire sur case noire h8 · Pion noir sur case noire a7 · Cavalier noir sur case noire c7 · Roi noir sur case noire e7 · Fou noir sur case noire g7 · Pion noir sur case noire b6 · Pion noir sur case blanche e6 · Cavalier noir sur case noire f6 · Pion noir sur case noire h6 · Pion noir sur case noire c5 · Pion noir sur case noire e5 · Pion blanc sur case blanche f5 · Pion blanc sur case blanche c4 · Cavalier blanc sur case blanche e4 · Fou blanc sur case noire e3 · Fou blanc sur case blanche h3 · Pion blanc sur case blanche a2 · Pion blanc sur case noire b2 · Pion blanc sur case noire h2 · Roi blanc sur case noire c1 · Tour blanche sur case blanche d1 · Tour blanche sur case blanche f1 | Tour noire sur case noire d8 · Tour noire sur case noire h8 · Pion noir sur case noire a7 · Cavalier noir sur case noire c7 · Roi noir sur case noire e7 · Fou noir sur case noire g7 · Pion noir sur case noire b6 · Pion noir sur case blanche e6 · Cavalier noir sur case noire f6 · Pion noir sur case noire h6 · Pion noir sur case noire c5 · Pion noir sur case noire e5 · Pion blanc sur case blanche f5 · Pion blanc sur case blanche c4 · Cavalier blanc sur case blanche e4 · Fou blanc sur case noire e3 · Fou blanc sur case blanche h3 · Pion blanc sur case blanche a2 · Pion blanc sur case noire b2 · Pion blanc sur case noire h2 · Roi blanc sur case noire c1 · Tour blanche sur case blanche d1 · Tour blanche sur case blanche f1 | Tour noire sur case noire d8 · Tour noire sur case noire h8 · Pion noir sur case noire a7 · Cavalier noir sur case noire c7 · Roi noir sur case noire e7 · Fou noir sur case noire g7 · Pion noir sur case noire b6 · Pion noir sur case blanche e6 · Cavalier noir sur case noire f6 · Pion noir sur case noire h6 · Pion noir sur case noire c5 · Pion noir sur case noire e5 · Pion blanc sur case blanche f5 · Pion blanc sur case blanche c4 · Cavalier blanc sur case blanche e4 · Fou blanc sur case noire e3 · Fou blanc sur case blanche h3 · Pion blanc sur case blanche a2 · Pion blanc sur case noire b2 · Pion blanc sur case noire h2 · Roi blanc sur case noire c1 · Tour blanche sur case blanche d1 · Tour blanche sur case blanche f1 | 7 |
| 6 | Tour noire sur case noire d8 · Tour noire sur case noire h8 · Pion noir sur case noire a7 · Cavalier noir sur case noire c7 · Roi noir sur case noire e7 · Fou noir sur case noire g7 · Pion noir sur case noire b6 · Pion noir sur case blanche e6 · Cavalier noir sur case noire f6 · Pion noir sur case noire h6 · Pion noir sur case noire c5 · Pion noir sur case noire e5 · Pion blanc sur case blanche f5 · Pion blanc sur case blanche c4 · Cavalier blanc sur case blanche e4 · Fou blanc sur case noire e3 · Fou blanc sur case blanche h3 · Pion blanc sur case blanche a2 · Pion blanc sur case noire b2 · Pion blanc sur case noire h2 · Roi blanc sur case noire c1 · Tour blanche sur case blanche d1 · Tour blanche sur case blanche f1 | Tour noire sur case noire d8 · Tour noire sur case noire h8 · Pion noir sur case noire a7 · Cavalier noir sur case noire c7 · Roi noir sur case noire e7 · Fou noir sur case noire g7 · Pion noir sur case noire b6 · Pion noir sur case blanche e6 · Cavalier noir sur case noire f6 · Pion noir sur case noire h6 · Pion noir sur case noire c5 · Pion noir sur case noire e5 · Pion blanc sur case blanche f5 · Pion blanc sur case blanche c4 · Cavalier blanc sur case blanche e4 · Fou blanc sur case noire e3 · Fou blanc sur case blanche h3 · Pion blanc sur case blanche a2 · Pion blanc sur case noire b2 · Pion blanc sur case noire h2 · Roi blanc sur case noire c1 · Tour blanche sur case blanche d1 · Tour blanche sur case blanche f1 | Tour noire sur case noire d8 · Tour noire sur case noire h8 · Pion noir sur case noire a7 · Cavalier noir sur case noire c7 · Roi noir sur case noire e7 · Fou noir sur case noire g7 · Pion noir sur case noire b6 · Pion noir sur case blanche e6 · Cavalier noir sur case noire f6 · Pion noir sur case noire h6 · Pion noir sur case noire c5 · Pion noir sur case noire e5 · Pion blanc sur case blanche f5 · Pion blanc sur case blanche c4 · Cavalier blanc sur case blanche e4 · Fou blanc sur case noire e3 · Fou blanc sur case blanche h3 · Pion blanc sur case blanche a2 · Pion blanc sur case noire b2 · Pion blanc sur case noire h2 · Roi blanc sur case noire c1 · Tour blanche sur case blanche d1 · Tour blanche sur case blanche f1 | Tour noire sur case noire d8 · Tour noire sur case noire h8 · Pion noir sur case noire a7 · Cavalier noir sur case noire c7 · Roi noir sur case noire e7 · Fou noir sur case noire g7 · Pion noir sur case noire b6 · Pion noir sur case blanche e6 · Cavalier noir sur case noire f6 · Pion noir sur case noire h6 · Pion noir sur case noire c5 · Pion noir sur case noire e5 · Pion blanc sur case blanche f5 · Pion blanc sur case blanche c4 · Cavalier blanc sur case blanche e4 · Fou blanc sur case noire e3 · Fou blanc sur case blanche h3 · Pion blanc sur case blanche a2 · Pion blanc sur case noire b2 · Pion blanc sur case noire h2 · Roi blanc sur case noire c1 · Tour blanche sur case blanche d1 · Tour blanche sur case blanche f1 | Tour noire sur case noire d8 · Tour noire sur case noire h8 · Pion noir sur case noire a7 · Cavalier noir sur case noire c7 · Roi noir sur case noire e7 · Fou noir sur case noire g7 · Pion noir sur case noire b6 · Pion noir sur case blanche e6 · Cavalier noir sur case noire f6 · Pion noir sur case noire h6 · Pion noir sur case noire c5 · Pion noir sur case noire e5 · Pion blanc sur case blanche f5 · Pion blanc sur case blanche c4 · Cavalier blanc sur case blanche e4 · Fou blanc sur case noire e3 · Fou blanc sur case blanche h3 · Pion blanc sur case blanche a2 · Pion blanc sur case noire b2 · Pion blanc sur case noire h2 · Roi blanc sur case noire c1 · Tour blanche sur case blanche d1 · Tour blanche sur case blanche f1 | Tour noire sur case noire d8 · Tour noire sur case noire h8 · Pion noir sur case noire a7 · Cavalier noir sur case noire c7 · Roi noir sur case noire e7 · Fou noir sur case noire g7 · Pion noir sur case noire b6 · Pion noir sur case blanche e6 · Cavalier noir sur case noire f6 · Pion noir sur case noire h6 · Pion noir sur case noire c5 · Pion noir sur case noire e5 · Pion blanc sur case blanche f5 · Pion blanc sur case blanche c4 · Cavalier blanc sur case blanche e4 · Fou blanc sur case noire e3 · Fou blanc sur case blanche h3 · Pion blanc sur case blanche a2 · Pion blanc sur case noire b2 · Pion blanc sur case noire h2 · Roi blanc sur case noire c1 · Tour blanche sur case blanche d1 · Tour blanche sur case blanche f1 | Tour noire sur case noire d8 · Tour noire sur case noire h8 · Pion noir sur case noire a7 · Cavalier noir sur case noire c7 · Roi noir sur case noire e7 · Fou noir sur case noire g7 · Pion noir sur case noire b6 · Pion noir sur case blanche e6 · Cavalier noir sur case noire f6 · Pion noir sur case noire h6 · Pion noir sur case noire c5 · Pion noir sur case noire e5 · Pion blanc sur case blanche f5 · Pion blanc sur case blanche c4 · Cavalier blanc sur case blanche e4 · Fou blanc sur case noire e3 · Fou blanc sur case blanche h3 · Pion blanc sur case blanche a2 · Pion blanc sur case noire b2 · Pion blanc sur case noire h2 · Roi blanc sur case noire c1 · Tour blanche sur case blanche d1 · Tour blanche sur case blanche f1 | Tour noire sur case noire d8 · Tour noire sur case noire h8 · Pion noir sur case noire a7 · Cavalier noir sur case noire c7 · Roi noir sur case noire e7 · Fou noir sur case noire g7 · Pion noir sur case noire b6 · Pion noir sur case blanche e6 · Cavalier noir sur case noire f6 · Pion noir sur case noire h6 · Pion noir sur case noire c5 · Pion noir sur case noire e5 · Pion blanc sur case blanche f5 · Pion blanc sur case blanche c4 · Cavalier blanc sur case blanche e4 · Fou blanc sur case noire e3 · Fou blanc sur case blanche h3 · Pion blanc sur case blanche a2 · Pion blanc sur case noire b2 · Pion blanc sur case noire h2 · Roi blanc sur case noire c1 · Tour blanche sur case blanche d1 · Tour blanche sur case blanche f1 | 6 |
| 5 | Tour noire sur case noire d8 · Tour noire sur case noire h8 · Pion noir sur case noire a7 · Cavalier noir sur case noire c7 · Roi noir sur case noire e7 · Fou noir sur case noire g7 · Pion noir sur case noire b6 · Pion noir sur case blanche e6 · Cavalier noir sur case noire f6 · Pion noir sur case noire h6 · Pion noir sur case noire c5 · Pion noir sur case noire e5 · Pion blanc sur case blanche f5 · Pion blanc sur case blanche c4 · Cavalier blanc sur case blanche e4 · Fou blanc sur case noire e3 · Fou blanc sur case blanche h3 · Pion blanc sur case blanche a2 · Pion blanc sur case noire b2 · Pion blanc sur case noire h2 · Roi blanc sur case noire c1 · Tour blanche sur case blanche d1 · Tour blanche sur case blanche f1 | Tour noire sur case noire d8 · Tour noire sur case noire h8 · Pion noir sur case noire a7 · Cavalier noir sur case noire c7 · Roi noir sur case noire e7 · Fou noir sur case noire g7 · Pion noir sur case noire b6 · Pion noir sur case blanche e6 · Cavalier noir sur case noire f6 · Pion noir sur case noire h6 · Pion noir sur case noire c5 · Pion noir sur case noire e5 · Pion blanc sur case blanche f5 · Pion blanc sur case blanche c4 · Cavalier blanc sur case blanche e4 · Fou blanc sur case noire e3 · Fou blanc sur case blanche h3 · Pion blanc sur case blanche a2 · Pion blanc sur case noire b2 · Pion blanc sur case noire h2 · Roi blanc sur case noire c1 · Tour blanche sur case blanche d1 · Tour blanche sur case blanche f1 | Tour noire sur case noire d8 · Tour noire sur case noire h8 · Pion noir sur case noire a7 · Cavalier noir sur case noire c7 · Roi noir sur case noire e7 · Fou noir sur case noire g7 · Pion noir sur case noire b6 · Pion noir sur case blanche e6 · Cavalier noir sur case noire f6 · Pion noir sur case noire h6 · Pion noir sur case noire c5 · Pion noir sur case noire e5 · Pion blanc sur case blanche f5 · Pion blanc sur case blanche c4 · Cavalier blanc sur case blanche e4 · Fou blanc sur case noire e3 · Fou blanc sur case blanche h3 · Pion blanc sur case blanche a2 · Pion blanc sur case noire b2 · Pion blanc sur case noire h2 · Roi blanc sur case noire c1 · Tour blanche sur case blanche d1 · Tour blanche sur case blanche f1 | Tour noire sur case noire d8 · Tour noire sur case noire h8 · Pion noir sur case noire a7 · Cavalier noir sur case noire c7 · Roi noir sur case noire e7 · Fou noir sur case noire g7 · Pion noir sur case noire b6 · Pion noir sur case blanche e6 · Cavalier noir sur case noire f6 · Pion noir sur case noire h6 · Pion noir sur case noire c5 · Pion noir sur case noire e5 · Pion blanc sur case blanche f5 · Pion blanc sur case blanche c4 · Cavalier blanc sur case blanche e4 · Fou blanc sur case noire e3 · Fou blanc sur case blanche h3 · Pion blanc sur case blanche a2 · Pion blanc sur case noire b2 · Pion blanc sur case noire h2 · Roi blanc sur case noire c1 · Tour blanche sur case blanche d1 · Tour blanche sur case blanche f1 | Tour noire sur case noire d8 · Tour noire sur case noire h8 · Pion noir sur case noire a7 · Cavalier noir sur case noire c7 · Roi noir sur case noire e7 · Fou noir sur case noire g7 · Pion noir sur case noire b6 · Pion noir sur case blanche e6 · Cavalier noir sur case noire f6 · Pion noir sur case noire h6 · Pion noir sur case noire c5 · Pion noir sur case noire e5 · Pion blanc sur case blanche f5 · Pion blanc sur case blanche c4 · Cavalier blanc sur case blanche e4 · Fou blanc sur case noire e3 · Fou blanc sur case blanche h3 · Pion blanc sur case blanche a2 · Pion blanc sur case noire b2 · Pion blanc sur case noire h2 · Roi blanc sur case noire c1 · Tour blanche sur case blanche d1 · Tour blanche sur case blanche f1 | Tour noire sur case noire d8 · Tour noire sur case noire h8 · Pion noir sur case noire a7 · Cavalier noir sur case noire c7 · Roi noir sur case noire e7 · Fou noir sur case noire g7 · Pion noir sur case noire b6 · Pion noir sur case blanche e6 · Cavalier noir sur case noire f6 · Pion noir sur case noire h6 · Pion noir sur case noire c5 · Pion noir sur case noire e5 · Pion blanc sur case blanche f5 · Pion blanc sur case blanche c4 · Cavalier blanc sur case blanche e4 · Fou blanc sur case noire e3 · Fou blanc sur case blanche h3 · Pion blanc sur case blanche a2 · Pion blanc sur case noire b2 · Pion blanc sur case noire h2 · Roi blanc sur case noire c1 · Tour blanche sur case blanche d1 · Tour blanche sur case blanche f1 | Tour noire sur case noire d8 · Tour noire sur case noire h8 · Pion noir sur case noire a7 · Cavalier noir sur case noire c7 · Roi noir sur case noire e7 · Fou noir sur case noire g7 · Pion noir sur case noire b6 · Pion noir sur case blanche e6 · Cavalier noir sur case noire f6 · Pion noir sur case noire h6 · Pion noir sur case noire c5 · Pion noir sur case noire e5 · Pion blanc sur case blanche f5 · Pion blanc sur case blanche c4 · Cavalier blanc sur case blanche e4 · Fou blanc sur case noire e3 · Fou blanc sur case blanche h3 · Pion blanc sur case blanche a2 · Pion blanc sur case noire b2 · Pion blanc sur case noire h2 · Roi blanc sur case noire c1 · Tour blanche sur case blanche d1 · Tour blanche sur case blanche f1 | Tour noire sur case noire d8 · Tour noire sur case noire h8 · Pion noir sur case noire a7 · Cavalier noir sur case noire c7 · Roi noir sur case noire e7 · Fou noir sur case noire g7 · Pion noir sur case noire b6 · Pion noir sur case blanche e6 · Cavalier noir sur case noire f6 · Pion noir sur case noire h6 · Pion noir sur case noire c5 · Pion noir sur case noire e5 · Pion blanc sur case blanche f5 · Pion blanc sur case blanche c4 · Cavalier blanc sur case blanche e4 · Fou blanc sur case noire e3 · Fou blanc sur case blanche h3 · Pion blanc sur case blanche a2 · Pion blanc sur case noire b2 · Pion blanc sur case noire h2 · Roi blanc sur case noire c1 · Tour blanche sur case blanche d1 · Tour blanche sur case blanche f1 | 5 |
| 4 | Tour noire sur case noire d8 · Tour noire sur case noire h8 · Pion noir sur case noire a7 · Cavalier noir sur case noire c7 · Roi noir sur case noire e7 · Fou noir sur case noire g7 · Pion noir sur case noire b6 · Pion noir sur case blanche e6 · Cavalier noir sur case noire f6 · Pion noir sur case noire h6 · Pion noir sur case noire c5 · Pion noir sur case noire e5 · Pion blanc sur case blanche f5 · Pion blanc sur case blanche c4 · Cavalier blanc sur case blanche e4 · Fou blanc sur case noire e3 · Fou blanc sur case blanche h3 · Pion blanc sur case blanche a2 · Pion blanc sur case noire b2 · Pion blanc sur case noire h2 · Roi blanc sur case noire c1 · Tour blanche sur case blanche d1 · Tour blanche sur case blanche f1 | Tour noire sur case noire d8 · Tour noire sur case noire h8 · Pion noir sur case noire a7 · Cavalier noir sur case noire c7 · Roi noir sur case noire e7 · Fou noir sur case noire g7 · Pion noir sur case noire b6 · Pion noir sur case blanche e6 · Cavalier noir sur case noire f6 · Pion noir sur case noire h6 · Pion noir sur case noire c5 · Pion noir sur case noire e5 · Pion blanc sur case blanche f5 · Pion blanc sur case blanche c4 · Cavalier blanc sur case blanche e4 · Fou blanc sur case noire e3 · Fou blanc sur case blanche h3 · Pion blanc sur case blanche a2 · Pion blanc sur case noire b2 · Pion blanc sur case noire h2 · Roi blanc sur case noire c1 · Tour blanche sur case blanche d1 · Tour blanche sur case blanche f1 | Tour noire sur case noire d8 · Tour noire sur case noire h8 · Pion noir sur case noire a7 · Cavalier noir sur case noire c7 · Roi noir sur case noire e7 · Fou noir sur case noire g7 · Pion noir sur case noire b6 · Pion noir sur case blanche e6 · Cavalier noir sur case noire f6 · Pion noir sur case noire h6 · Pion noir sur case noire c5 · Pion noir sur case noire e5 · Pion blanc sur case blanche f5 · Pion blanc sur case blanche c4 · Cavalier blanc sur case blanche e4 · Fou blanc sur case noire e3 · Fou blanc sur case blanche h3 · Pion blanc sur case blanche a2 · Pion blanc sur case noire b2 · Pion blanc sur case noire h2 · Roi blanc sur case noire c1 · Tour blanche sur case blanche d1 · Tour blanche sur case blanche f1 | Tour noire sur case noire d8 · Tour noire sur case noire h8 · Pion noir sur case noire a7 · Cavalier noir sur case noire c7 · Roi noir sur case noire e7 · Fou noir sur case noire g7 · Pion noir sur case noire b6 · Pion noir sur case blanche e6 · Cavalier noir sur case noire f6 · Pion noir sur case noire h6 · Pion noir sur case noire c5 · Pion noir sur case noire e5 · Pion blanc sur case blanche f5 · Pion blanc sur case blanche c4 · Cavalier blanc sur case blanche e4 · Fou blanc sur case noire e3 · Fou blanc sur case blanche h3 · Pion blanc sur case blanche a2 · Pion blanc sur case noire b2 · Pion blanc sur case noire h2 · Roi blanc sur case noire c1 · Tour blanche sur case blanche d1 · Tour blanche sur case blanche f1 | Tour noire sur case noire d8 · Tour noire sur case noire h8 · Pion noir sur case noire a7 · Cavalier noir sur case noire c7 · Roi noir sur case noire e7 · Fou noir sur case noire g7 · Pion noir sur case noire b6 · Pion noir sur case blanche e6 · Cavalier noir sur case noire f6 · Pion noir sur case noire h6 · Pion noir sur case noire c5 · Pion noir sur case noire e5 · Pion blanc sur case blanche f5 · Pion blanc sur case blanche c4 · Cavalier blanc sur case blanche e4 · Fou blanc sur case noire e3 · Fou blanc sur case blanche h3 · Pion blanc sur case blanche a2 · Pion blanc sur case noire b2 · Pion blanc sur case noire h2 · Roi blanc sur case noire c1 · Tour blanche sur case blanche d1 · Tour blanche sur case blanche f1 | Tour noire sur case noire d8 · Tour noire sur case noire h8 · Pion noir sur case noire a7 · Cavalier noir sur case noire c7 · Roi noir sur case noire e7 · Fou noir sur case noire g7 · Pion noir sur case noire b6 · Pion noir sur case blanche e6 · Cavalier noir sur case noire f6 · Pion noir sur case noire h6 · Pion noir sur case noire c5 · Pion noir sur case noire e5 · Pion blanc sur case blanche f5 · Pion blanc sur case blanche c4 · Cavalier blanc sur case blanche e4 · Fou blanc sur case noire e3 · Fou blanc sur case blanche h3 · Pion blanc sur case blanche a2 · Pion blanc sur case noire b2 · Pion blanc sur case noire h2 · Roi blanc sur case noire c1 · Tour blanche sur case blanche d1 · Tour blanche sur case blanche f1 | Tour noire sur case noire d8 · Tour noire sur case noire h8 · Pion noir sur case noire a7 · Cavalier noir sur case noire c7 · Roi noir sur case noire e7 · Fou noir sur case noire g7 · Pion noir sur case noire b6 · Pion noir sur case blanche e6 · Cavalier noir sur case noire f6 · Pion noir sur case noire h6 · Pion noir sur case noire c5 · Pion noir sur case noire e5 · Pion blanc sur case blanche f5 · Pion blanc sur case blanche c4 · Cavalier blanc sur case blanche e4 · Fou blanc sur case noire e3 · Fou blanc sur case blanche h3 · Pion blanc sur case blanche a2 · Pion blanc sur case noire b2 · Pion blanc sur case noire h2 · Roi blanc sur case noire c1 · Tour blanche sur case blanche d1 · Tour blanche sur case blanche f1 | Tour noire sur case noire d8 · Tour noire sur case noire h8 · Pion noir sur case noire a7 · Cavalier noir sur case noire c7 · Roi noir sur case noire e7 · Fou noir sur case noire g7 · Pion noir sur case noire b6 · Pion noir sur case blanche e6 · Cavalier noir sur case noire f6 · Pion noir sur case noire h6 · Pion noir sur case noire c5 · Pion noir sur case noire e5 · Pion blanc sur case blanche f5 · Pion blanc sur case blanche c4 · Cavalier blanc sur case blanche e4 · Fou blanc sur case noire e3 · Fou blanc sur case blanche h3 · Pion blanc sur case blanche a2 · Pion blanc sur case noire b2 · Pion blanc sur case noire h2 · Roi blanc sur case noire c1 · Tour blanche sur case blanche d1 · Tour blanche sur case blanche f1 | 4 |
| 3 | Tour noire sur case noire d8 · Tour noire sur case noire h8 · Pion noir sur case noire a7 · Cavalier noir sur case noire c7 · Roi noir sur case noire e7 · Fou noir sur case noire g7 · Pion noir sur case noire b6 · Pion noir sur case blanche e6 · Cavalier noir sur case noire f6 · Pion noir sur case noire h6 · Pion noir sur case noire c5 · Pion noir sur case noire e5 · Pion blanc sur case blanche f5 · Pion blanc sur case blanche c4 · Cavalier blanc sur case blanche e4 · Fou blanc sur case noire e3 · Fou blanc sur case blanche h3 · Pion blanc sur case blanche a2 · Pion blanc sur case noire b2 · Pion blanc sur case noire h2 · Roi blanc sur case noire c1 · Tour blanche sur case blanche d1 · Tour blanche sur case blanche f1 | Tour noire sur case noire d8 · Tour noire sur case noire h8 · Pion noir sur case noire a7 · Cavalier noir sur case noire c7 · Roi noir sur case noire e7 · Fou noir sur case noire g7 · Pion noir sur case noire b6 · Pion noir sur case blanche e6 · Cavalier noir sur case noire f6 · Pion noir sur case noire h6 · Pion noir sur case noire c5 · Pion noir sur case noire e5 · Pion blanc sur case blanche f5 · Pion blanc sur case blanche c4 · Cavalier blanc sur case blanche e4 · Fou blanc sur case noire e3 · Fou blanc sur case blanche h3 · Pion blanc sur case blanche a2 · Pion blanc sur case noire b2 · Pion blanc sur case noire h2 · Roi blanc sur case noire c1 · Tour blanche sur case blanche d1 · Tour blanche sur case blanche f1 | Tour noire sur case noire d8 · Tour noire sur case noire h8 · Pion noir sur case noire a7 · Cavalier noir sur case noire c7 · Roi noir sur case noire e7 · Fou noir sur case noire g7 · Pion noir sur case noire b6 · Pion noir sur case blanche e6 · Cavalier noir sur case noire f6 · Pion noir sur case noire h6 · Pion noir sur case noire c5 · Pion noir sur case noire e5 · Pion blanc sur case blanche f5 · Pion blanc sur case blanche c4 · Cavalier blanc sur case blanche e4 · Fou blanc sur case noire e3 · Fou blanc sur case blanche h3 · Pion blanc sur case blanche a2 · Pion blanc sur case noire b2 · Pion blanc sur case noire h2 · Roi blanc sur case noire c1 · Tour blanche sur case blanche d1 · Tour blanche sur case blanche f1 | Tour noire sur case noire d8 · Tour noire sur case noire h8 · Pion noir sur case noire a7 · Cavalier noir sur case noire c7 · Roi noir sur case noire e7 · Fou noir sur case noire g7 · Pion noir sur case noire b6 · Pion noir sur case blanche e6 · Cavalier noir sur case noire f6 · Pion noir sur case noire h6 · Pion noir sur case noire c5 · Pion noir sur case noire e5 · Pion blanc sur case blanche f5 · Pion blanc sur case blanche c4 · Cavalier blanc sur case blanche e4 · Fou blanc sur case noire e3 · Fou blanc sur case blanche h3 · Pion blanc sur case blanche a2 · Pion blanc sur case noire b2 · Pion blanc sur case noire h2 · Roi blanc sur case noire c1 · Tour blanche sur case blanche d1 · Tour blanche sur case blanche f1 | Tour noire sur case noire d8 · Tour noire sur case noire h8 · Pion noir sur case noire a7 · Cavalier noir sur case noire c7 · Roi noir sur case noire e7 · Fou noir sur case noire g7 · Pion noir sur case noire b6 · Pion noir sur case blanche e6 · Cavalier noir sur case noire f6 · Pion noir sur case noire h6 · Pion noir sur case noire c5 · Pion noir sur case noire e5 · Pion blanc sur case blanche f5 · Pion blanc sur case blanche c4 · Cavalier blanc sur case blanche e4 · Fou blanc sur case noire e3 · Fou blanc sur case blanche h3 · Pion blanc sur case blanche a2 · Pion blanc sur case noire b2 · Pion blanc sur case noire h2 · Roi blanc sur case noire c1 · Tour blanche sur case blanche d1 · Tour blanche sur case blanche f1 | Tour noire sur case noire d8 · Tour noire sur case noire h8 · Pion noir sur case noire a7 · Cavalier noir sur case noire c7 · Roi noir sur case noire e7 · Fou noir sur case noire g7 · Pion noir sur case noire b6 · Pion noir sur case blanche e6 · Cavalier noir sur case noire f6 · Pion noir sur case noire h6 · Pion noir sur case noire c5 · Pion noir sur case noire e5 · Pion blanc sur case blanche f5 · Pion blanc sur case blanche c4 · Cavalier blanc sur case blanche e4 · Fou blanc sur case noire e3 · Fou blanc sur case blanche h3 · Pion blanc sur case blanche a2 · Pion blanc sur case noire b2 · Pion blanc sur case noire h2 · Roi blanc sur case noire c1 · Tour blanche sur case blanche d1 · Tour blanche sur case blanche f1 | Tour noire sur case noire d8 · Tour noire sur case noire h8 · Pion noir sur case noire a7 · Cavalier noir sur case noire c7 · Roi noir sur case noire e7 · Fou noir sur case noire g7 · Pion noir sur case noire b6 · Pion noir sur case blanche e6 · Cavalier noir sur case noire f6 · Pion noir sur case noire h6 · Pion noir sur case noire c5 · Pion noir sur case noire e5 · Pion blanc sur case blanche f5 · Pion blanc sur case blanche c4 · Cavalier blanc sur case blanche e4 · Fou blanc sur case noire e3 · Fou blanc sur case blanche h3 · Pion blanc sur case blanche a2 · Pion blanc sur case noire b2 · Pion blanc sur case noire h2 · Roi blanc sur case noire c1 · Tour blanche sur case blanche d1 · Tour blanche sur case blanche f1 | Tour noire sur case noire d8 · Tour noire sur case noire h8 · Pion noir sur case noire a7 · Cavalier noir sur case noire c7 · Roi noir sur case noire e7 · Fou noir sur case noire g7 · Pion noir sur case noire b6 · Pion noir sur case blanche e6 · Cavalier noir sur case noire f6 · Pion noir sur case noire h6 · Pion noir sur case noire c5 · Pion noir sur case noire e5 · Pion blanc sur case blanche f5 · Pion blanc sur case blanche c4 · Cavalier blanc sur case blanche e4 · Fou blanc sur case noire e3 · Fou blanc sur case blanche h3 · Pion blanc sur case blanche a2 · Pion blanc sur case noire b2 · Pion blanc sur case noire h2 · Roi blanc sur case noire c1 · Tour blanche sur case blanche d1 · Tour blanche sur case blanche f1 | 3 |
| 2 | Tour noire sur case noire d8 · Tour noire sur case noire h8 · Pion noir sur case noire a7 · Cavalier noir sur case noire c7 · Roi noir sur case noire e7 · Fou noir sur case noire g7 · Pion noir sur case noire b6 · Pion noir sur case blanche e6 · Cavalier noir sur case noire f6 · Pion noir sur case noire h6 · Pion noir sur case noire c5 · Pion noir sur case noire e5 · Pion blanc sur case blanche f5 · Pion blanc sur case blanche c4 · Cavalier blanc sur case blanche e4 · Fou blanc sur case noire e3 · Fou blanc sur case blanche h3 · Pion blanc sur case blanche a2 · Pion blanc sur case noire b2 · Pion blanc sur case noire h2 · Roi blanc sur case noire c1 · Tour blanche sur case blanche d1 · Tour blanche sur case blanche f1 | Tour noire sur case noire d8 · Tour noire sur case noire h8 · Pion noir sur case noire a7 · Cavalier noir sur case noire c7 · Roi noir sur case noire e7 · Fou noir sur case noire g7 · Pion noir sur case noire b6 · Pion noir sur case blanche e6 · Cavalier noir sur case noire f6 · Pion noir sur case noire h6 · Pion noir sur case noire c5 · Pion noir sur case noire e5 · Pion blanc sur case blanche f5 · Pion blanc sur case blanche c4 · Cavalier blanc sur case blanche e4 · Fou blanc sur case noire e3 · Fou blanc sur case blanche h3 · Pion blanc sur case blanche a2 · Pion blanc sur case noire b2 · Pion blanc sur case noire h2 · Roi blanc sur case noire c1 · Tour blanche sur case blanche d1 · Tour blanche sur case blanche f1 | Tour noire sur case noire d8 · Tour noire sur case noire h8 · Pion noir sur case noire a7 · Cavalier noir sur case noire c7 · Roi noir sur case noire e7 · Fou noir sur case noire g7 · Pion noir sur case noire b6 · Pion noir sur case blanche e6 · Cavalier noir sur case noire f6 · Pion noir sur case noire h6 · Pion noir sur case noire c5 · Pion noir sur case noire e5 · Pion blanc sur case blanche f5 · Pion blanc sur case blanche c4 · Cavalier blanc sur case blanche e4 · Fou blanc sur case noire e3 · Fou blanc sur case blanche h3 · Pion blanc sur case blanche a2 · Pion blanc sur case noire b2 · Pion blanc sur case noire h2 · Roi blanc sur case noire c1 · Tour blanche sur case blanche d1 · Tour blanche sur case blanche f1 | Tour noire sur case noire d8 · Tour noire sur case noire h8 · Pion noir sur case noire a7 · Cavalier noir sur case noire c7 · Roi noir sur case noire e7 · Fou noir sur case noire g7 · Pion noir sur case noire b6 · Pion noir sur case blanche e6 · Cavalier noir sur case noire f6 · Pion noir sur case noire h6 · Pion noir sur case noire c5 · Pion noir sur case noire e5 · Pion blanc sur case blanche f5 · Pion blanc sur case blanche c4 · Cavalier blanc sur case blanche e4 · Fou blanc sur case noire e3 · Fou blanc sur case blanche h3 · Pion blanc sur case blanche a2 · Pion blanc sur case noire b2 · Pion blanc sur case noire h2 · Roi blanc sur case noire c1 · Tour blanche sur case blanche d1 · Tour blanche sur case blanche f1 | Tour noire sur case noire d8 · Tour noire sur case noire h8 · Pion noir sur case noire a7 · Cavalier noir sur case noire c7 · Roi noir sur case noire e7 · Fou noir sur case noire g7 · Pion noir sur case noire b6 · Pion noir sur case blanche e6 · Cavalier noir sur case noire f6 · Pion noir sur case noire h6 · Pion noir sur case noire c5 · Pion noir sur case noire e5 · Pion blanc sur case blanche f5 · Pion blanc sur case blanche c4 · Cavalier blanc sur case blanche e4 · Fou blanc sur case noire e3 · Fou blanc sur case blanche h3 · Pion blanc sur case blanche a2 · Pion blanc sur case noire b2 · Pion blanc sur case noire h2 · Roi blanc sur case noire c1 · Tour blanche sur case blanche d1 · Tour blanche sur case blanche f1 | Tour noire sur case noire d8 · Tour noire sur case noire h8 · Pion noir sur case noire a7 · Cavalier noir sur case noire c7 · Roi noir sur case noire e7 · Fou noir sur case noire g7 · Pion noir sur case noire b6 · Pion noir sur case blanche e6 · Cavalier noir sur case noire f6 · Pion noir sur case noire h6 · Pion noir sur case noire c5 · Pion noir sur case noire e5 · Pion blanc sur case blanche f5 · Pion blanc sur case blanche c4 · Cavalier blanc sur case blanche e4 · Fou blanc sur case noire e3 · Fou blanc sur case blanche h3 · Pion blanc sur case blanche a2 · Pion blanc sur case noire b2 · Pion blanc sur case noire h2 · Roi blanc sur case noire c1 · Tour blanche sur case blanche d1 · Tour blanche sur case blanche f1 | Tour noire sur case noire d8 · Tour noire sur case noire h8 · Pion noir sur case noire a7 · Cavalier noir sur case noire c7 · Roi noir sur case noire e7 · Fou noir sur case noire g7 · Pion noir sur case noire b6 · Pion noir sur case blanche e6 · Cavalier noir sur case noire f6 · Pion noir sur case noire h6 · Pion noir sur case noire c5 · Pion noir sur case noire e5 · Pion blanc sur case blanche f5 · Pion blanc sur case blanche c4 · Cavalier blanc sur case blanche e4 · Fou blanc sur case noire e3 · Fou blanc sur case blanche h3 · Pion blanc sur case blanche a2 · Pion blanc sur case noire b2 · Pion blanc sur case noire h2 · Roi blanc sur case noire c1 · Tour blanche sur case blanche d1 · Tour blanche sur case blanche f1 | Tour noire sur case noire d8 · Tour noire sur case noire h8 · Pion noir sur case noire a7 · Cavalier noir sur case noire c7 · Roi noir sur case noire e7 · Fou noir sur case noire g7 · Pion noir sur case noire b6 · Pion noir sur case blanche e6 · Cavalier noir sur case noire f6 · Pion noir sur case noire h6 · Pion noir sur case noire c5 · Pion noir sur case noire e5 · Pion blanc sur case blanche f5 · Pion blanc sur case blanche c4 · Cavalier blanc sur case blanche e4 · Fou blanc sur case noire e3 · Fou blanc sur case blanche h3 · Pion blanc sur case blanche a2 · Pion blanc sur case noire b2 · Pion blanc sur case noire h2 · Roi blanc sur case noire c1 · Tour blanche sur case blanche d1 · Tour blanche sur case blanche f1 | 2 |
| 1 | Tour noire sur case noire d8 · Tour noire sur case noire h8 · Pion noir sur case noire a7 · Cavalier noir sur case noire c7 · Roi noir sur case noire e7 · Fou noir sur case noire g7 · Pion noir sur case noire b6 · Pion noir sur case blanche e6 · Cavalier noir sur case noire f6 · Pion noir sur case noire h6 · Pion noir sur case noire c5 · Pion noir sur case noire e5 · Pion blanc sur case blanche f5 · Pion blanc sur case blanche c4 · Cavalier blanc sur case blanche e4 · Fou blanc sur case noire e3 · Fou blanc sur case blanche h3 · Pion blanc sur case blanche a2 · Pion blanc sur case noire b2 · Pion blanc sur case noire h2 · Roi blanc sur case noire c1 · Tour blanche sur case blanche d1 · Tour blanche sur case blanche f1 | Tour noire sur case noire d8 · Tour noire sur case noire h8 · Pion noir sur case noire a7 · Cavalier noir sur case noire c7 · Roi noir sur case noire e7 · Fou noir sur case noire g7 · Pion noir sur case noire b6 · Pion noir sur case blanche e6 · Cavalier noir sur case noire f6 · Pion noir sur case noire h6 · Pion noir sur case noire c5 · Pion noir sur case noire e5 · Pion blanc sur case blanche f5 · Pion blanc sur case blanche c4 · Cavalier blanc sur case blanche e4 · Fou blanc sur case noire e3 · Fou blanc sur case blanche h3 · Pion blanc sur case blanche a2 · Pion blanc sur case noire b2 · Pion blanc sur case noire h2 · Roi blanc sur case noire c1 · Tour blanche sur case blanche d1 · Tour blanche sur case blanche f1 | Tour noire sur case noire d8 · Tour noire sur case noire h8 · Pion noir sur case noire a7 · Cavalier noir sur case noire c7 · Roi noir sur case noire e7 · Fou noir sur case noire g7 · Pion noir sur case noire b6 · Pion noir sur case blanche e6 · Cavalier noir sur case noire f6 · Pion noir sur case noire h6 · Pion noir sur case noire c5 · Pion noir sur case noire e5 · Pion blanc sur case blanche f5 · Pion blanc sur case blanche c4 · Cavalier blanc sur case blanche e4 · Fou blanc sur case noire e3 · Fou blanc sur case blanche h3 · Pion blanc sur case blanche a2 · Pion blanc sur case noire b2 · Pion blanc sur case noire h2 · Roi blanc sur case noire c1 · Tour blanche sur case blanche d1 · Tour blanche sur case blanche f1 | Tour noire sur case noire d8 · Tour noire sur case noire h8 · Pion noir sur case noire a7 · Cavalier noir sur case noire c7 · Roi noir sur case noire e7 · Fou noir sur case noire g7 · Pion noir sur case noire b6 · Pion noir sur case blanche e6 · Cavalier noir sur case noire f6 · Pion noir sur case noire h6 · Pion noir sur case noire c5 · Pion noir sur case noire e5 · Pion blanc sur case blanche f5 · Pion blanc sur case blanche c4 · Cavalier blanc sur case blanche e4 · Fou blanc sur case noire e3 · Fou blanc sur case blanche h3 · Pion blanc sur case blanche a2 · Pion blanc sur case noire b2 · Pion blanc sur case noire h2 · Roi blanc sur case noire c1 · Tour blanche sur case blanche d1 · Tour blanche sur case blanche f1 | Tour noire sur case noire d8 · Tour noire sur case noire h8 · Pion noir sur case noire a7 · Cavalier noir sur case noire c7 · Roi noir sur case noire e7 · Fou noir sur case noire g7 · Pion noir sur case noire b6 · Pion noir sur case blanche e6 · Cavalier noir sur case noire f6 · Pion noir sur case noire h6 · Pion noir sur case noire c5 · Pion noir sur case noire e5 · Pion blanc sur case blanche f5 · Pion blanc sur case blanche c4 · Cavalier blanc sur case blanche e4 · Fou blanc sur case noire e3 · Fou blanc sur case blanche h3 · Pion blanc sur case blanche a2 · Pion blanc sur case noire b2 · Pion blanc sur case noire h2 · Roi blanc sur case noire c1 · Tour blanche sur case blanche d1 · Tour blanche sur case blanche f1 | Tour noire sur case noire d8 · Tour noire sur case noire h8 · Pion noir sur case noire a7 · Cavalier noir sur case noire c7 · Roi noir sur case noire e7 · Fou noir sur case noire g7 · Pion noir sur case noire b6 · Pion noir sur case blanche e6 · Cavalier noir sur case noire f6 · Pion noir sur case noire h6 · Pion noir sur case noire c5 · Pion noir sur case noire e5 · Pion blanc sur case blanche f5 · Pion blanc sur case blanche c4 · Cavalier blanc sur case blanche e4 · Fou blanc sur case noire e3 · Fou blanc sur case blanche h3 · Pion blanc sur case blanche a2 · Pion blanc sur case noire b2 · Pion blanc sur case noire h2 · Roi blanc sur case noire c1 · Tour blanche sur case blanche d1 · Tour blanche sur case blanche f1 | Tour noire sur case noire d8 · Tour noire sur case noire h8 · Pion noir sur case noire a7 · Cavalier noir sur case noire c7 · Roi noir sur case noire e7 · Fou noir sur case noire g7 · Pion noir sur case noire b6 · Pion noir sur case blanche e6 · Cavalier noir sur case noire f6 · Pion noir sur case noire h6 · Pion noir sur case noire c5 · Pion noir sur case noire e5 · Pion blanc sur case blanche f5 · Pion blanc sur case blanche c4 · Cavalier blanc sur case blanche e4 · Fou blanc sur case noire e3 · Fou blanc sur case blanche h3 · Pion blanc sur case blanche a2 · Pion blanc sur case noire b2 · Pion blanc sur case noire h2 · Roi blanc sur case noire c1 · Tour blanche sur case blanche d1 · Tour blanche sur case blanche f1 | Tour noire sur case noire d8 · Tour noire sur case noire h8 · Pion noir sur case noire a7 · Cavalier noir sur case noire c7 · Roi noir sur case noire e7 · Fou noir sur case noire g7 · Pion noir sur case noire b6 · Pion noir sur case blanche e6 · Cavalier noir sur case noire f6 · Pion noir sur case noire h6 · Pion noir sur case noire c5 · Pion noir sur case noire e5 · Pion blanc sur case blanche f5 · Pion blanc sur case blanche c4 · Cavalier blanc sur case blanche e4 · Fou blanc sur case noire e3 · Fou blanc sur case blanche h3 · Pion blanc sur case blanche a2 · Pion blanc sur case noire b2 · Pion blanc sur case noire h2 · Roi blanc sur case noire c1 · Tour blanche sur case blanche d1 · Tour blanche sur case blanche f1 | 1 |
|   | a | b | c | d | e | f | g | h |   |

3 septembre. Si 15.f5? alors 15...g5! Après 17...f6! la partie était partagée (Krnić). 
Spassky–Fischer, partie 2 ; Défense est-indienne, Variante Sämisch (ECO E80) 

1.d4 Cf6 2.c4 g6 3.Cc3 Fg7 4.e4 d6 5.f3 c5 6.dxc5 dxc5 7.Dxd8+ Rxd8 8.Fe3 Cfd7 9.Cge2 b6 10.0-0-0 Ca6 11.g3 Cc7 12.f4 e6 13.Fh3 Re7 14.Thf1 h6 15.e5 Fb7 16.g4 Tad8 17.Cg3 f6 18.Cce4 fxe5 19.f5 Fxe4 20.Cxe4 gxf5 21.gxf5 Cf6 (diagramme) 22.Tg1 Txd1+ 23.Rxd1 Ff8 24.Cxf6 Rxf6 25.Tf1 exf5 26.Txf5+ Rg7 27.Txe5 Fd6 28.Te4 Fxh2 29.Re2 h5 30.Te7+ Rf6 31.Td7 Fe5 32.b3 h4 33.Rf3 Tg8 34.Fg4 h3 35.Th7 h2 36.Ff4 Tf8 37.Fxe5+ Rg6+ 38.Re4 Rxh7 39.Fxh2 Te8+ 40.Rf5 Ce6 41.Rf6 Cd4 42.Fd6 Te4 43.Fd7 Te2 44.a4 Tb2 45.Fb8 a5 46.Fa7 Txb3 47.Re5 Cf3+ 48.Rd6 Cd2 49.Fe6 Tb4 50.Rc6 Cb3 51.Fd5 Txa4 52.Fxb6 Ta1 53.Fxc5 a4 54.Fb4 a3 55.c5 Cd4+ 56.Rd7 Td1 57.Fxa3 Cc2 58.c6 Txd5+ 59.Fd6 ½–½

#### Partie 3: Fischer ½ Spassky ½ (Espagnole Breyer)
|   | a | b | c | d | e | f | g | h |   |
| 8 | Fou noir sur case blanche c8 · Tour noire sur case noire c7 · Roi noir sur case blanche f7 · Fou noir sur case noire g7 · Pion noir sur case blanche a6 · Pion noir sur case blanche b5 · Pion noir sur case blanche f5 · Pion noir sur case noire g5 · Cavalier blanc sur case noire b4 · Pion blanc sur case blanche b3 · Cavalier blanc sur case blanche d3 · Pion blanc sur case blanche a2 · Tour blanche sur case noire d2 · Pion blanc sur case noire f2 · Pion blanc sur case blanche g2 · Roi blanc sur case noire g1 | Fou noir sur case blanche c8 · Tour noire sur case noire c7 · Roi noir sur case blanche f7 · Fou noir sur case noire g7 · Pion noir sur case blanche a6 · Pion noir sur case blanche b5 · Pion noir sur case blanche f5 · Pion noir sur case noire g5 · Cavalier blanc sur case noire b4 · Pion blanc sur case blanche b3 · Cavalier blanc sur case blanche d3 · Pion blanc sur case blanche a2 · Tour blanche sur case noire d2 · Pion blanc sur case noire f2 · Pion blanc sur case blanche g2 · Roi blanc sur case noire g1 | Fou noir sur case blanche c8 · Tour noire sur case noire c7 · Roi noir sur case blanche f7 · Fou noir sur case noire g7 · Pion noir sur case blanche a6 · Pion noir sur case blanche b5 · Pion noir sur case blanche f5 · Pion noir sur case noire g5 · Cavalier blanc sur case noire b4 · Pion blanc sur case blanche b3 · Cavalier blanc sur case blanche d3 · Pion blanc sur case blanche a2 · Tour blanche sur case noire d2 · Pion blanc sur case noire f2 · Pion blanc sur case blanche g2 · Roi blanc sur case noire g1 | Fou noir sur case blanche c8 · Tour noire sur case noire c7 · Roi noir sur case blanche f7 · Fou noir sur case noire g7 · Pion noir sur case blanche a6 · Pion noir sur case blanche b5 · Pion noir sur case blanche f5 · Pion noir sur case noire g5 · Cavalier blanc sur case noire b4 · Pion blanc sur case blanche b3 · Cavalier blanc sur case blanche d3 · Pion blanc sur case blanche a2 · Tour blanche sur case noire d2 · Pion blanc sur case noire f2 · Pion blanc sur case blanche g2 · Roi blanc sur case noire g1 | Fou noir sur case blanche c8 · Tour noire sur case noire c7 · Roi noir sur case blanche f7 · Fou noir sur case noire g7 · Pion noir sur case blanche a6 · Pion noir sur case blanche b5 · Pion noir sur case blanche f5 · Pion noir sur case noire g5 · Cavalier blanc sur case noire b4 · Pion blanc sur case blanche b3 · Cavalier blanc sur case blanche d3 · Pion blanc sur case blanche a2 · Tour blanche sur case noire d2 · Pion blanc sur case noire f2 · Pion blanc sur case blanche g2 · Roi blanc sur case noire g1 | Fou noir sur case blanche c8 · Tour noire sur case noire c7 · Roi noir sur case blanche f7 · Fou noir sur case noire g7 · Pion noir sur case blanche a6 · Pion noir sur case blanche b5 · Pion noir sur case blanche f5 · Pion noir sur case noire g5 · Cavalier blanc sur case noire b4 · Pion blanc sur case blanche b3 · Cavalier blanc sur case blanche d3 · Pion blanc sur case blanche a2 · Tour blanche sur case noire d2 · Pion blanc sur case noire f2 · Pion blanc sur case blanche g2 · Roi blanc sur case noire g1 | Fou noir sur case blanche c8 · Tour noire sur case noire c7 · Roi noir sur case blanche f7 · Fou noir sur case noire g7 · Pion noir sur case blanche a6 · Pion noir sur case blanche b5 · Pion noir sur case blanche f5 · Pion noir sur case noire g5 · Cavalier blanc sur case noire b4 · Pion blanc sur case blanche b3 · Cavalier blanc sur case blanche d3 · Pion blanc sur case blanche a2 · Tour blanche sur case noire d2 · Pion blanc sur case noire f2 · Pion blanc sur case blanche g2 · Roi blanc sur case noire g1 | Fou noir sur case blanche c8 · Tour noire sur case noire c7 · Roi noir sur case blanche f7 · Fou noir sur case noire g7 · Pion noir sur case blanche a6 · Pion noir sur case blanche b5 · Pion noir sur case blanche f5 · Pion noir sur case noire g5 · Cavalier blanc sur case noire b4 · Pion blanc sur case blanche b3 · Cavalier blanc sur case blanche d3 · Pion blanc sur case blanche a2 · Tour blanche sur case noire d2 · Pion blanc sur case noire f2 · Pion blanc sur case blanche g2 · Roi blanc sur case noire g1 | 8 |
| 7 | Fou noir sur case blanche c8 · Tour noire sur case noire c7 · Roi noir sur case blanche f7 · Fou noir sur case noire g7 · Pion noir sur case blanche a6 · Pion noir sur case blanche b5 · Pion noir sur case blanche f5 · Pion noir sur case noire g5 · Cavalier blanc sur case noire b4 · Pion blanc sur case blanche b3 · Cavalier blanc sur case blanche d3 · Pion blanc sur case blanche a2 · Tour blanche sur case noire d2 · Pion blanc sur case noire f2 · Pion blanc sur case blanche g2 · Roi blanc sur case noire g1 | Fou noir sur case blanche c8 · Tour noire sur case noire c7 · Roi noir sur case blanche f7 · Fou noir sur case noire g7 · Pion noir sur case blanche a6 · Pion noir sur case blanche b5 · Pion noir sur case blanche f5 · Pion noir sur case noire g5 · Cavalier blanc sur case noire b4 · Pion blanc sur case blanche b3 · Cavalier blanc sur case blanche d3 · Pion blanc sur case blanche a2 · Tour blanche sur case noire d2 · Pion blanc sur case noire f2 · Pion blanc sur case blanche g2 · Roi blanc sur case noire g1 | Fou noir sur case blanche c8 · Tour noire sur case noire c7 · Roi noir sur case blanche f7 · Fou noir sur case noire g7 · Pion noir sur case blanche a6 · Pion noir sur case blanche b5 · Pion noir sur case blanche f5 · Pion noir sur case noire g5 · Cavalier blanc sur case noire b4 · Pion blanc sur case blanche b3 · Cavalier blanc sur case blanche d3 · Pion blanc sur case blanche a2 · Tour blanche sur case noire d2 · Pion blanc sur case noire f2 · Pion blanc sur case blanche g2 · Roi blanc sur case noire g1 | Fou noir sur case blanche c8 · Tour noire sur case noire c7 · Roi noir sur case blanche f7 · Fou noir sur case noire g7 · Pion noir sur case blanche a6 · Pion noir sur case blanche b5 · Pion noir sur case blanche f5 · Pion noir sur case noire g5 · Cavalier blanc sur case noire b4 · Pion blanc sur case blanche b3 · Cavalier blanc sur case blanche d3 · Pion blanc sur case blanche a2 · Tour blanche sur case noire d2 · Pion blanc sur case noire f2 · Pion blanc sur case blanche g2 · Roi blanc sur case noire g1 | Fou noir sur case blanche c8 · Tour noire sur case noire c7 · Roi noir sur case blanche f7 · Fou noir sur case noire g7 · Pion noir sur case blanche a6 · Pion noir sur case blanche b5 · Pion noir sur case blanche f5 · Pion noir sur case noire g5 · Cavalier blanc sur case noire b4 · Pion blanc sur case blanche b3 · Cavalier blanc sur case blanche d3 · Pion blanc sur case blanche a2 · Tour blanche sur case noire d2 · Pion blanc sur case noire f2 · Pion blanc sur case blanche g2 · Roi blanc sur case noire g1 | Fou noir sur case blanche c8 · Tour noire sur case noire c7 · Roi noir sur case blanche f7 · Fou noir sur case noire g7 · Pion noir sur case blanche a6 · Pion noir sur case blanche b5 · Pion noir sur case blanche f5 · Pion noir sur case noire g5 · Cavalier blanc sur case noire b4 · Pion blanc sur case blanche b3 · Cavalier blanc sur case blanche d3 · Pion blanc sur case blanche a2 · Tour blanche sur case noire d2 · Pion blanc sur case noire f2 · Pion blanc sur case blanche g2 · Roi blanc sur case noire g1 | Fou noir sur case blanche c8 · Tour noire sur case noire c7 · Roi noir sur case blanche f7 · Fou noir sur case noire g7 · Pion noir sur case blanche a6 · Pion noir sur case blanche b5 · Pion noir sur case blanche f5 · Pion noir sur case noire g5 · Cavalier blanc sur case noire b4 · Pion blanc sur case blanche b3 · Cavalier blanc sur case blanche d3 · Pion blanc sur case blanche a2 · Tour blanche sur case noire d2 · Pion blanc sur case noire f2 · Pion blanc sur case blanche g2 · Roi blanc sur case noire g1 | Fou noir sur case blanche c8 · Tour noire sur case noire c7 · Roi noir sur case blanche f7 · Fou noir sur case noire g7 · Pion noir sur case blanche a6 · Pion noir sur case blanche b5 · Pion noir sur case blanche f5 · Pion noir sur case noire g5 · Cavalier blanc sur case noire b4 · Pion blanc sur case blanche b3 · Cavalier blanc sur case blanche d3 · Pion blanc sur case blanche a2 · Tour blanche sur case noire d2 · Pion blanc sur case noire f2 · Pion blanc sur case blanche g2 · Roi blanc sur case noire g1 | 7 |
| 6 | Fou noir sur case blanche c8 · Tour noire sur case noire c7 · Roi noir sur case blanche f7 · Fou noir sur case noire g7 · Pion noir sur case blanche a6 · Pion noir sur case blanche b5 · Pion noir sur case blanche f5 · Pion noir sur case noire g5 · Cavalier blanc sur case noire b4 · Pion blanc sur case blanche b3 · Cavalier blanc sur case blanche d3 · Pion blanc sur case blanche a2 · Tour blanche sur case noire d2 · Pion blanc sur case noire f2 · Pion blanc sur case blanche g2 · Roi blanc sur case noire g1 | Fou noir sur case blanche c8 · Tour noire sur case noire c7 · Roi noir sur case blanche f7 · Fou noir sur case noire g7 · Pion noir sur case blanche a6 · Pion noir sur case blanche b5 · Pion noir sur case blanche f5 · Pion noir sur case noire g5 · Cavalier blanc sur case noire b4 · Pion blanc sur case blanche b3 · Cavalier blanc sur case blanche d3 · Pion blanc sur case blanche a2 · Tour blanche sur case noire d2 · Pion blanc sur case noire f2 · Pion blanc sur case blanche g2 · Roi blanc sur case noire g1 | Fou noir sur case blanche c8 · Tour noire sur case noire c7 · Roi noir sur case blanche f7 · Fou noir sur case noire g7 · Pion noir sur case blanche a6 · Pion noir sur case blanche b5 · Pion noir sur case blanche f5 · Pion noir sur case noire g5 · Cavalier blanc sur case noire b4 · Pion blanc sur case blanche b3 · Cavalier blanc sur case blanche d3 · Pion blanc sur case blanche a2 · Tour blanche sur case noire d2 · Pion blanc sur case noire f2 · Pion blanc sur case blanche g2 · Roi blanc sur case noire g1 | Fou noir sur case blanche c8 · Tour noire sur case noire c7 · Roi noir sur case blanche f7 · Fou noir sur case noire g7 · Pion noir sur case blanche a6 · Pion noir sur case blanche b5 · Pion noir sur case blanche f5 · Pion noir sur case noire g5 · Cavalier blanc sur case noire b4 · Pion blanc sur case blanche b3 · Cavalier blanc sur case blanche d3 · Pion blanc sur case blanche a2 · Tour blanche sur case noire d2 · Pion blanc sur case noire f2 · Pion blanc sur case blanche g2 · Roi blanc sur case noire g1 | Fou noir sur case blanche c8 · Tour noire sur case noire c7 · Roi noir sur case blanche f7 · Fou noir sur case noire g7 · Pion noir sur case blanche a6 · Pion noir sur case blanche b5 · Pion noir sur case blanche f5 · Pion noir sur case noire g5 · Cavalier blanc sur case noire b4 · Pion blanc sur case blanche b3 · Cavalier blanc sur case blanche d3 · Pion blanc sur case blanche a2 · Tour blanche sur case noire d2 · Pion blanc sur case noire f2 · Pion blanc sur case blanche g2 · Roi blanc sur case noire g1 | Fou noir sur case blanche c8 · Tour noire sur case noire c7 · Roi noir sur case blanche f7 · Fou noir sur case noire g7 · Pion noir sur case blanche a6 · Pion noir sur case blanche b5 · Pion noir sur case blanche f5 · Pion noir sur case noire g5 · Cavalier blanc sur case noire b4 · Pion blanc sur case blanche b3 · Cavalier blanc sur case blanche d3 · Pion blanc sur case blanche a2 · Tour blanche sur case noire d2 · Pion blanc sur case noire f2 · Pion blanc sur case blanche g2 · Roi blanc sur case noire g1 | Fou noir sur case blanche c8 · Tour noire sur case noire c7 · Roi noir sur case blanche f7 · Fou noir sur case noire g7 · Pion noir sur case blanche a6 · Pion noir sur case blanche b5 · Pion noir sur case blanche f5 · Pion noir sur case noire g5 · Cavalier blanc sur case noire b4 · Pion blanc sur case blanche b3 · Cavalier blanc sur case blanche d3 · Pion blanc sur case blanche a2 · Tour blanche sur case noire d2 · Pion blanc sur case noire f2 · Pion blanc sur case blanche g2 · Roi blanc sur case noire g1 | Fou noir sur case blanche c8 · Tour noire sur case noire c7 · Roi noir sur case blanche f7 · Fou noir sur case noire g7 · Pion noir sur case blanche a6 · Pion noir sur case blanche b5 · Pion noir sur case blanche f5 · Pion noir sur case noire g5 · Cavalier blanc sur case noire b4 · Pion blanc sur case blanche b3 · Cavalier blanc sur case blanche d3 · Pion blanc sur case blanche a2 · Tour blanche sur case noire d2 · Pion blanc sur case noire f2 · Pion blanc sur case blanche g2 · Roi blanc sur case noire g1 | 6 |
| 5 | Fou noir sur case blanche c8 · Tour noire sur case noire c7 · Roi noir sur case blanche f7 · Fou noir sur case noire g7 · Pion noir sur case blanche a6 · Pion noir sur case blanche b5 · Pion noir sur case blanche f5 · Pion noir sur case noire g5 · Cavalier blanc sur case noire b4 · Pion blanc sur case blanche b3 · Cavalier blanc sur case blanche d3 · Pion blanc sur case blanche a2 · Tour blanche sur case noire d2 · Pion blanc sur case noire f2 · Pion blanc sur case blanche g2 · Roi blanc sur case noire g1 | Fou noir sur case blanche c8 · Tour noire sur case noire c7 · Roi noir sur case blanche f7 · Fou noir sur case noire g7 · Pion noir sur case blanche a6 · Pion noir sur case blanche b5 · Pion noir sur case blanche f5 · Pion noir sur case noire g5 · Cavalier blanc sur case noire b4 · Pion blanc sur case blanche b3 · Cavalier blanc sur case blanche d3 · Pion blanc sur case blanche a2 · Tour blanche sur case noire d2 · Pion blanc sur case noire f2 · Pion blanc sur case blanche g2 · Roi blanc sur case noire g1 | Fou noir sur case blanche c8 · Tour noire sur case noire c7 · Roi noir sur case blanche f7 · Fou noir sur case noire g7 · Pion noir sur case blanche a6 · Pion noir sur case blanche b5 · Pion noir sur case blanche f5 · Pion noir sur case noire g5 · Cavalier blanc sur case noire b4 · Pion blanc sur case blanche b3 · Cavalier blanc sur case blanche d3 · Pion blanc sur case blanche a2 · Tour blanche sur case noire d2 · Pion blanc sur case noire f2 · Pion blanc sur case blanche g2 · Roi blanc sur case noire g1 | Fou noir sur case blanche c8 · Tour noire sur case noire c7 · Roi noir sur case blanche f7 · Fou noir sur case noire g7 · Pion noir sur case blanche a6 · Pion noir sur case blanche b5 · Pion noir sur case blanche f5 · Pion noir sur case noire g5 · Cavalier blanc sur case noire b4 · Pion blanc sur case blanche b3 · Cavalier blanc sur case blanche d3 · Pion blanc sur case blanche a2 · Tour blanche sur case noire d2 · Pion blanc sur case noire f2 · Pion blanc sur case blanche g2 · Roi blanc sur case noire g1 | Fou noir sur case blanche c8 · Tour noire sur case noire c7 · Roi noir sur case blanche f7 · Fou noir sur case noire g7 · Pion noir sur case blanche a6 · Pion noir sur case blanche b5 · Pion noir sur case blanche f5 · Pion noir sur case noire g5 · Cavalier blanc sur case noire b4 · Pion blanc sur case blanche b3 · Cavalier blanc sur case blanche d3 · Pion blanc sur case blanche a2 · Tour blanche sur case noire d2 · Pion blanc sur case noire f2 · Pion blanc sur case blanche g2 · Roi blanc sur case noire g1 | Fou noir sur case blanche c8 · Tour noire sur case noire c7 · Roi noir sur case blanche f7 · Fou noir sur case noire g7 · Pion noir sur case blanche a6 · Pion noir sur case blanche b5 · Pion noir sur case blanche f5 · Pion noir sur case noire g5 · Cavalier blanc sur case noire b4 · Pion blanc sur case blanche b3 · Cavalier blanc sur case blanche d3 · Pion blanc sur case blanche a2 · Tour blanche sur case noire d2 · Pion blanc sur case noire f2 · Pion blanc sur case blanche g2 · Roi blanc sur case noire g1 | Fou noir sur case blanche c8 · Tour noire sur case noire c7 · Roi noir sur case blanche f7 · Fou noir sur case noire g7 · Pion noir sur case blanche a6 · Pion noir sur case blanche b5 · Pion noir sur case blanche f5 · Pion noir sur case noire g5 · Cavalier blanc sur case noire b4 · Pion blanc sur case blanche b3 · Cavalier blanc sur case blanche d3 · Pion blanc sur case blanche a2 · Tour blanche sur case noire d2 · Pion blanc sur case noire f2 · Pion blanc sur case blanche g2 · Roi blanc sur case noire g1 | Fou noir sur case blanche c8 · Tour noire sur case noire c7 · Roi noir sur case blanche f7 · Fou noir sur case noire g7 · Pion noir sur case blanche a6 · Pion noir sur case blanche b5 · Pion noir sur case blanche f5 · Pion noir sur case noire g5 · Cavalier blanc sur case noire b4 · Pion blanc sur case blanche b3 · Cavalier blanc sur case blanche d3 · Pion blanc sur case blanche a2 · Tour blanche sur case noire d2 · Pion blanc sur case noire f2 · Pion blanc sur case blanche g2 · Roi blanc sur case noire g1 | 5 |
| 4 | Fou noir sur case blanche c8 · Tour noire sur case noire c7 · Roi noir sur case blanche f7 · Fou noir sur case noire g7 · Pion noir sur case blanche a6 · Pion noir sur case blanche b5 · Pion noir sur case blanche f5 · Pion noir sur case noire g5 · Cavalier blanc sur case noire b4 · Pion blanc sur case blanche b3 · Cavalier blanc sur case blanche d3 · Pion blanc sur case blanche a2 · Tour blanche sur case noire d2 · Pion blanc sur case noire f2 · Pion blanc sur case blanche g2 · Roi blanc sur case noire g1 | Fou noir sur case blanche c8 · Tour noire sur case noire c7 · Roi noir sur case blanche f7 · Fou noir sur case noire g7 · Pion noir sur case blanche a6 · Pion noir sur case blanche b5 · Pion noir sur case blanche f5 · Pion noir sur case noire g5 · Cavalier blanc sur case noire b4 · Pion blanc sur case blanche b3 · Cavalier blanc sur case blanche d3 · Pion blanc sur case blanche a2 · Tour blanche sur case noire d2 · Pion blanc sur case noire f2 · Pion blanc sur case blanche g2 · Roi blanc sur case noire g1 | Fou noir sur case blanche c8 · Tour noire sur case noire c7 · Roi noir sur case blanche f7 · Fou noir sur case noire g7 · Pion noir sur case blanche a6 · Pion noir sur case blanche b5 · Pion noir sur case blanche f5 · Pion noir sur case noire g5 · Cavalier blanc sur case noire b4 · Pion blanc sur case blanche b3 · Cavalier blanc sur case blanche d3 · Pion blanc sur case blanche a2 · Tour blanche sur case noire d2 · Pion blanc sur case noire f2 · Pion blanc sur case blanche g2 · Roi blanc sur case noire g1 | Fou noir sur case blanche c8 · Tour noire sur case noire c7 · Roi noir sur case blanche f7 · Fou noir sur case noire g7 · Pion noir sur case blanche a6 · Pion noir sur case blanche b5 · Pion noir sur case blanche f5 · Pion noir sur case noire g5 · Cavalier blanc sur case noire b4 · Pion blanc sur case blanche b3 · Cavalier blanc sur case blanche d3 · Pion blanc sur case blanche a2 · Tour blanche sur case noire d2 · Pion blanc sur case noire f2 · Pion blanc sur case blanche g2 · Roi blanc sur case noire g1 | Fou noir sur case blanche c8 · Tour noire sur case noire c7 · Roi noir sur case blanche f7 · Fou noir sur case noire g7 · Pion noir sur case blanche a6 · Pion noir sur case blanche b5 · Pion noir sur case blanche f5 · Pion noir sur case noire g5 · Cavalier blanc sur case noire b4 · Pion blanc sur case blanche b3 · Cavalier blanc sur case blanche d3 · Pion blanc sur case blanche a2 · Tour blanche sur case noire d2 · Pion blanc sur case noire f2 · Pion blanc sur case blanche g2 · Roi blanc sur case noire g1 | Fou noir sur case blanche c8 · Tour noire sur case noire c7 · Roi noir sur case blanche f7 · Fou noir sur case noire g7 · Pion noir sur case blanche a6 · Pion noir sur case blanche b5 · Pion noir sur case blanche f5 · Pion noir sur case noire g5 · Cavalier blanc sur case noire b4 · Pion blanc sur case blanche b3 · Cavalier blanc sur case blanche d3 · Pion blanc sur case blanche a2 · Tour blanche sur case noire d2 · Pion blanc sur case noire f2 · Pion blanc sur case blanche g2 · Roi blanc sur case noire g1 | Fou noir sur case blanche c8 · Tour noire sur case noire c7 · Roi noir sur case blanche f7 · Fou noir sur case noire g7 · Pion noir sur case blanche a6 · Pion noir sur case blanche b5 · Pion noir sur case blanche f5 · Pion noir sur case noire g5 · Cavalier blanc sur case noire b4 · Pion blanc sur case blanche b3 · Cavalier blanc sur case blanche d3 · Pion blanc sur case blanche a2 · Tour blanche sur case noire d2 · Pion blanc sur case noire f2 · Pion blanc sur case blanche g2 · Roi blanc sur case noire g1 | Fou noir sur case blanche c8 · Tour noire sur case noire c7 · Roi noir sur case blanche f7 · Fou noir sur case noire g7 · Pion noir sur case blanche a6 · Pion noir sur case blanche b5 · Pion noir sur case blanche f5 · Pion noir sur case noire g5 · Cavalier blanc sur case noire b4 · Pion blanc sur case blanche b3 · Cavalier blanc sur case blanche d3 · Pion blanc sur case blanche a2 · Tour blanche sur case noire d2 · Pion blanc sur case noire f2 · Pion blanc sur case blanche g2 · Roi blanc sur case noire g1 | 4 |
| 3 | Fou noir sur case blanche c8 · Tour noire sur case noire c7 · Roi noir sur case blanche f7 · Fou noir sur case noire g7 · Pion noir sur case blanche a6 · Pion noir sur case blanche b5 · Pion noir sur case blanche f5 · Pion noir sur case noire g5 · Cavalier blanc sur case noire b4 · Pion blanc sur case blanche b3 · Cavalier blanc sur case blanche d3 · Pion blanc sur case blanche a2 · Tour blanche sur case noire d2 · Pion blanc sur case noire f2 · Pion blanc sur case blanche g2 · Roi blanc sur case noire g1 | Fou noir sur case blanche c8 · Tour noire sur case noire c7 · Roi noir sur case blanche f7 · Fou noir sur case noire g7 · Pion noir sur case blanche a6 · Pion noir sur case blanche b5 · Pion noir sur case blanche f5 · Pion noir sur case noire g5 · Cavalier blanc sur case noire b4 · Pion blanc sur case blanche b3 · Cavalier blanc sur case blanche d3 · Pion blanc sur case blanche a2 · Tour blanche sur case noire d2 · Pion blanc sur case noire f2 · Pion blanc sur case blanche g2 · Roi blanc sur case noire g1 | Fou noir sur case blanche c8 · Tour noire sur case noire c7 · Roi noir sur case blanche f7 · Fou noir sur case noire g7 · Pion noir sur case blanche a6 · Pion noir sur case blanche b5 · Pion noir sur case blanche f5 · Pion noir sur case noire g5 · Cavalier blanc sur case noire b4 · Pion blanc sur case blanche b3 · Cavalier blanc sur case blanche d3 · Pion blanc sur case blanche a2 · Tour blanche sur case noire d2 · Pion blanc sur case noire f2 · Pion blanc sur case blanche g2 · Roi blanc sur case noire g1 | Fou noir sur case blanche c8 · Tour noire sur case noire c7 · Roi noir sur case blanche f7 · Fou noir sur case noire g7 · Pion noir sur case blanche a6 · Pion noir sur case blanche b5 · Pion noir sur case blanche f5 · Pion noir sur case noire g5 · Cavalier blanc sur case noire b4 · Pion blanc sur case blanche b3 · Cavalier blanc sur case blanche d3 · Pion blanc sur case blanche a2 · Tour blanche sur case noire d2 · Pion blanc sur case noire f2 · Pion blanc sur case blanche g2 · Roi blanc sur case noire g1 | Fou noir sur case blanche c8 · Tour noire sur case noire c7 · Roi noir sur case blanche f7 · Fou noir sur case noire g7 · Pion noir sur case blanche a6 · Pion noir sur case blanche b5 · Pion noir sur case blanche f5 · Pion noir sur case noire g5 · Cavalier blanc sur case noire b4 · Pion blanc sur case blanche b3 · Cavalier blanc sur case blanche d3 · Pion blanc sur case blanche a2 · Tour blanche sur case noire d2 · Pion blanc sur case noire f2 · Pion blanc sur case blanche g2 · Roi blanc sur case noire g1 | Fou noir sur case blanche c8 · Tour noire sur case noire c7 · Roi noir sur case blanche f7 · Fou noir sur case noire g7 · Pion noir sur case blanche a6 · Pion noir sur case blanche b5 · Pion noir sur case blanche f5 · Pion noir sur case noire g5 · Cavalier blanc sur case noire b4 · Pion blanc sur case blanche b3 · Cavalier blanc sur case blanche d3 · Pion blanc sur case blanche a2 · Tour blanche sur case noire d2 · Pion blanc sur case noire f2 · Pion blanc sur case blanche g2 · Roi blanc sur case noire g1 | Fou noir sur case blanche c8 · Tour noire sur case noire c7 · Roi noir sur case blanche f7 · Fou noir sur case noire g7 · Pion noir sur case blanche a6 · Pion noir sur case blanche b5 · Pion noir sur case blanche f5 · Pion noir sur case noire g5 · Cavalier blanc sur case noire b4 · Pion blanc sur case blanche b3 · Cavalier blanc sur case blanche d3 · Pion blanc sur case blanche a2 · Tour blanche sur case noire d2 · Pion blanc sur case noire f2 · Pion blanc sur case blanche g2 · Roi blanc sur case noire g1 | Fou noir sur case blanche c8 · Tour noire sur case noire c7 · Roi noir sur case blanche f7 · Fou noir sur case noire g7 · Pion noir sur case blanche a6 · Pion noir sur case blanche b5 · Pion noir sur case blanche f5 · Pion noir sur case noire g5 · Cavalier blanc sur case noire b4 · Pion blanc sur case blanche b3 · Cavalier blanc sur case blanche d3 · Pion blanc sur case blanche a2 · Tour blanche sur case noire d2 · Pion blanc sur case noire f2 · Pion blanc sur case blanche g2 · Roi blanc sur case noire g1 | 3 |
| 2 | Fou noir sur case blanche c8 · Tour noire sur case noire c7 · Roi noir sur case blanche f7 · Fou noir sur case noire g7 · Pion noir sur case blanche a6 · Pion noir sur case blanche b5 · Pion noir sur case blanche f5 · Pion noir sur case noire g5 · Cavalier blanc sur case noire b4 · Pion blanc sur case blanche b3 · Cavalier blanc sur case blanche d3 · Pion blanc sur case blanche a2 · Tour blanche sur case noire d2 · Pion blanc sur case noire f2 · Pion blanc sur case blanche g2 · Roi blanc sur case noire g1 | Fou noir sur case blanche c8 · Tour noire sur case noire c7 · Roi noir sur case blanche f7 · Fou noir sur case noire g7 · Pion noir sur case blanche a6 · Pion noir sur case blanche b5 · Pion noir sur case blanche f5 · Pion noir sur case noire g5 · Cavalier blanc sur case noire b4 · Pion blanc sur case blanche b3 · Cavalier blanc sur case blanche d3 · Pion blanc sur case blanche a2 · Tour blanche sur case noire d2 · Pion blanc sur case noire f2 · Pion blanc sur case blanche g2 · Roi blanc sur case noire g1 | Fou noir sur case blanche c8 · Tour noire sur case noire c7 · Roi noir sur case blanche f7 · Fou noir sur case noire g7 · Pion noir sur case blanche a6 · Pion noir sur case blanche b5 · Pion noir sur case blanche f5 · Pion noir sur case noire g5 · Cavalier blanc sur case noire b4 · Pion blanc sur case blanche b3 · Cavalier blanc sur case blanche d3 · Pion blanc sur case blanche a2 · Tour blanche sur case noire d2 · Pion blanc sur case noire f2 · Pion blanc sur case blanche g2 · Roi blanc sur case noire g1 | Fou noir sur case blanche c8 · Tour noire sur case noire c7 · Roi noir sur case blanche f7 · Fou noir sur case noire g7 · Pion noir sur case blanche a6 · Pion noir sur case blanche b5 · Pion noir sur case blanche f5 · Pion noir sur case noire g5 · Cavalier blanc sur case noire b4 · Pion blanc sur case blanche b3 · Cavalier blanc sur case blanche d3 · Pion blanc sur case blanche a2 · Tour blanche sur case noire d2 · Pion blanc sur case noire f2 · Pion blanc sur case blanche g2 · Roi blanc sur case noire g1 | Fou noir sur case blanche c8 · Tour noire sur case noire c7 · Roi noir sur case blanche f7 · Fou noir sur case noire g7 · Pion noir sur case blanche a6 · Pion noir sur case blanche b5 · Pion noir sur case blanche f5 · Pion noir sur case noire g5 · Cavalier blanc sur case noire b4 · Pion blanc sur case blanche b3 · Cavalier blanc sur case blanche d3 · Pion blanc sur case blanche a2 · Tour blanche sur case noire d2 · Pion blanc sur case noire f2 · Pion blanc sur case blanche g2 · Roi blanc sur case noire g1 | Fou noir sur case blanche c8 · Tour noire sur case noire c7 · Roi noir sur case blanche f7 · Fou noir sur case noire g7 · Pion noir sur case blanche a6 · Pion noir sur case blanche b5 · Pion noir sur case blanche f5 · Pion noir sur case noire g5 · Cavalier blanc sur case noire b4 · Pion blanc sur case blanche b3 · Cavalier blanc sur case blanche d3 · Pion blanc sur case blanche a2 · Tour blanche sur case noire d2 · Pion blanc sur case noire f2 · Pion blanc sur case blanche g2 · Roi blanc sur case noire g1 | Fou noir sur case blanche c8 · Tour noire sur case noire c7 · Roi noir sur case blanche f7 · Fou noir sur case noire g7 · Pion noir sur case blanche a6 · Pion noir sur case blanche b5 · Pion noir sur case blanche f5 · Pion noir sur case noire g5 · Cavalier blanc sur case noire b4 · Pion blanc sur case blanche b3 · Cavalier blanc sur case blanche d3 · Pion blanc sur case blanche a2 · Tour blanche sur case noire d2 · Pion blanc sur case noire f2 · Pion blanc sur case blanche g2 · Roi blanc sur case noire g1 | Fou noir sur case blanche c8 · Tour noire sur case noire c7 · Roi noir sur case blanche f7 · Fou noir sur case noire g7 · Pion noir sur case blanche a6 · Pion noir sur case blanche b5 · Pion noir sur case blanche f5 · Pion noir sur case noire g5 · Cavalier blanc sur case noire b4 · Pion blanc sur case blanche b3 · Cavalier blanc sur case blanche d3 · Pion blanc sur case blanche a2 · Tour blanche sur case noire d2 · Pion blanc sur case noire f2 · Pion blanc sur case blanche g2 · Roi blanc sur case noire g1 | 2 |
| 1 | Fou noir sur case blanche c8 · Tour noire sur case noire c7 · Roi noir sur case blanche f7 · Fou noir sur case noire g7 · Pion noir sur case blanche a6 · Pion noir sur case blanche b5 · Pion noir sur case blanche f5 · Pion noir sur case noire g5 · Cavalier blanc sur case noire b4 · Pion blanc sur case blanche b3 · Cavalier blanc sur case blanche d3 · Pion blanc sur case blanche a2 · Tour blanche sur case noire d2 · Pion blanc sur case noire f2 · Pion blanc sur case blanche g2 · Roi blanc sur case noire g1 | Fou noir sur case blanche c8 · Tour noire sur case noire c7 · Roi noir sur case blanche f7 · Fou noir sur case noire g7 · Pion noir sur case blanche a6 · Pion noir sur case blanche b5 · Pion noir sur case blanche f5 · Pion noir sur case noire g5 · Cavalier blanc sur case noire b4 · Pion blanc sur case blanche b3 · Cavalier blanc sur case blanche d3 · Pion blanc sur case blanche a2 · Tour blanche sur case noire d2 · Pion blanc sur case noire f2 · Pion blanc sur case blanche g2 · Roi blanc sur case noire g1 | Fou noir sur case blanche c8 · Tour noire sur case noire c7 · Roi noir sur case blanche f7 · Fou noir sur case noire g7 · Pion noir sur case blanche a6 · Pion noir sur case blanche b5 · Pion noir sur case blanche f5 · Pion noir sur case noire g5 · Cavalier blanc sur case noire b4 · Pion blanc sur case blanche b3 · Cavalier blanc sur case blanche d3 · Pion blanc sur case blanche a2 · Tour blanche sur case noire d2 · Pion blanc sur case noire f2 · Pion blanc sur case blanche g2 · Roi blanc sur case noire g1 | Fou noir sur case blanche c8 · Tour noire sur case noire c7 · Roi noir sur case blanche f7 · Fou noir sur case noire g7 · Pion noir sur case blanche a6 · Pion noir sur case blanche b5 · Pion noir sur case blanche f5 · Pion noir sur case noire g5 · Cavalier blanc sur case noire b4 · Pion blanc sur case blanche b3 · Cavalier blanc sur case blanche d3 · Pion blanc sur case blanche a2 · Tour blanche sur case noire d2 · Pion blanc sur case noire f2 · Pion blanc sur case blanche g2 · Roi blanc sur case noire g1 | Fou noir sur case blanche c8 · Tour noire sur case noire c7 · Roi noir sur case blanche f7 · Fou noir sur case noire g7 · Pion noir sur case blanche a6 · Pion noir sur case blanche b5 · Pion noir sur case blanche f5 · Pion noir sur case noire g5 · Cavalier blanc sur case noire b4 · Pion blanc sur case blanche b3 · Cavalier blanc sur case blanche d3 · Pion blanc sur case blanche a2 · Tour blanche sur case noire d2 · Pion blanc sur case noire f2 · Pion blanc sur case blanche g2 · Roi blanc sur case noire g1 | Fou noir sur case blanche c8 · Tour noire sur case noire c7 · Roi noir sur case blanche f7 · Fou noir sur case noire g7 · Pion noir sur case blanche a6 · Pion noir sur case blanche b5 · Pion noir sur case blanche f5 · Pion noir sur case noire g5 · Cavalier blanc sur case noire b4 · Pion blanc sur case blanche b3 · Cavalier blanc sur case blanche d3 · Pion blanc sur case blanche a2 · Tour blanche sur case noire d2 · Pion blanc sur case noire f2 · Pion blanc sur case blanche g2 · Roi blanc sur case noire g1 | Fou noir sur case blanche c8 · Tour noire sur case noire c7 · Roi noir sur case blanche f7 · Fou noir sur case noire g7 · Pion noir sur case blanche a6 · Pion noir sur case blanche b5 · Pion noir sur case blanche f5 · Pion noir sur case noire g5 · Cavalier blanc sur case noire b4 · Pion blanc sur case blanche b3 · Cavalier blanc sur case blanche d3 · Pion blanc sur case blanche a2 · Tour blanche sur case noire d2 · Pion blanc sur case noire f2 · Pion blanc sur case blanche g2 · Roi blanc sur case noire g1 | Fou noir sur case blanche c8 · Tour noire sur case noire c7 · Roi noir sur case blanche f7 · Fou noir sur case noire g7 · Pion noir sur case blanche a6 · Pion noir sur case blanche b5 · Pion noir sur case blanche f5 · Pion noir sur case noire g5 · Cavalier blanc sur case noire b4 · Pion blanc sur case blanche b3 · Cavalier blanc sur case blanche d3 · Pion blanc sur case blanche a2 · Tour blanche sur case noire d2 · Pion blanc sur case noire f2 · Pion blanc sur case blanche g2 · Roi blanc sur case noire g1 | 1 |
|   | a | b | c | d | e | f | g | h |   |

5 septembre. Après 23...Tc8 Spassky était dans une position légèrement avantageuse. 
Fischer–Spassky, partie 3 ; Partie espagnole, Variante Breyer (ECO C95) 

1.e4 e5 2.Cf3 Cc6 3.Fb5 a6 4.Fa4 Cf6 5.0-0 Fe7 6.Te1 b5 7.Fb3 0-0 8.c3 d6 9.h3 Cb8 10.d4 Cbd7 11.Cbd2 Fb7 12.Fc2 Te8 13.Cf1 Ff8 14.Cg3 g6 15.Fg5 h6 16.Fd2 exd4 17.cxd4 c5 18.Ff4 cxd4 19.Cxd4 Ce5 20.b3 d5 21.Dd2 dxe4 22.Cxe4 Cd5 23.Fg3 Tc8 24.Te2 f5 25.Fxe5 Txe5 26.Cg3 Txe2 27.Cgxe2 Cb4 28.Td1 Cxc2 29.Cxc2 Dxd2 30.Txd2 Tc7 31.Ce3 Rf7 32.h4 Fc8 33.Cf4 g5 34.hxg5 hxg5 35.Cd3 Fg7 36.Cd5 Tc6 37.C5b4 Tc7 38.Cd5 Tc6 39.C5b4 Tc7 ½–½

#### Partie 4: Spassky 1 Fischer 0 (Gambit dame accepté classique)
|   | a | b | c | d | e | f | g | h |   |
| 8 | Fou noir sur case blanche a8 · Tour noire sur case noire b8 · Cavalier noir sur case blanche b7 · Tour noire sur case noire c7 · Cavalier noir sur case blanche d7 · Pion noir sur case blanche f7 · Pion noir sur case blanche e6 · Roi noir sur case noire f6 · Tour blanche sur case noire g5 · Pion noir sur case blanche h5 · Pion noir sur case blanche a4 · Pion blanc sur case noire b4 · Cavalier blanc sur case blanche c4 · Pion blanc sur case blanche e4 · Pion blanc sur case noire h4 · Fou blanc sur case noire a3 · Roi blanc sur case noire e3 · Pion blanc sur case blanche f3 · Pion blanc sur case blanche a2 · Cavalier blanc sur case blanche c2 · Fou blanc sur case blanche e2 | Fou noir sur case blanche a8 · Tour noire sur case noire b8 · Cavalier noir sur case blanche b7 · Tour noire sur case noire c7 · Cavalier noir sur case blanche d7 · Pion noir sur case blanche f7 · Pion noir sur case blanche e6 · Roi noir sur case noire f6 · Tour blanche sur case noire g5 · Pion noir sur case blanche h5 · Pion noir sur case blanche a4 · Pion blanc sur case noire b4 · Cavalier blanc sur case blanche c4 · Pion blanc sur case blanche e4 · Pion blanc sur case noire h4 · Fou blanc sur case noire a3 · Roi blanc sur case noire e3 · Pion blanc sur case blanche f3 · Pion blanc sur case blanche a2 · Cavalier blanc sur case blanche c2 · Fou blanc sur case blanche e2 | Fou noir sur case blanche a8 · Tour noire sur case noire b8 · Cavalier noir sur case blanche b7 · Tour noire sur case noire c7 · Cavalier noir sur case blanche d7 · Pion noir sur case blanche f7 · Pion noir sur case blanche e6 · Roi noir sur case noire f6 · Tour blanche sur case noire g5 · Pion noir sur case blanche h5 · Pion noir sur case blanche a4 · Pion blanc sur case noire b4 · Cavalier blanc sur case blanche c4 · Pion blanc sur case blanche e4 · Pion blanc sur case noire h4 · Fou blanc sur case noire a3 · Roi blanc sur case noire e3 · Pion blanc sur case blanche f3 · Pion blanc sur case blanche a2 · Cavalier blanc sur case blanche c2 · Fou blanc sur case blanche e2 | Fou noir sur case blanche a8 · Tour noire sur case noire b8 · Cavalier noir sur case blanche b7 · Tour noire sur case noire c7 · Cavalier noir sur case blanche d7 · Pion noir sur case blanche f7 · Pion noir sur case blanche e6 · Roi noir sur case noire f6 · Tour blanche sur case noire g5 · Pion noir sur case blanche h5 · Pion noir sur case blanche a4 · Pion blanc sur case noire b4 · Cavalier blanc sur case blanche c4 · Pion blanc sur case blanche e4 · Pion blanc sur case noire h4 · Fou blanc sur case noire a3 · Roi blanc sur case noire e3 · Pion blanc sur case blanche f3 · Pion blanc sur case blanche a2 · Cavalier blanc sur case blanche c2 · Fou blanc sur case blanche e2 | Fou noir sur case blanche a8 · Tour noire sur case noire b8 · Cavalier noir sur case blanche b7 · Tour noire sur case noire c7 · Cavalier noir sur case blanche d7 · Pion noir sur case blanche f7 · Pion noir sur case blanche e6 · Roi noir sur case noire f6 · Tour blanche sur case noire g5 · Pion noir sur case blanche h5 · Pion noir sur case blanche a4 · Pion blanc sur case noire b4 · Cavalier blanc sur case blanche c4 · Pion blanc sur case blanche e4 · Pion blanc sur case noire h4 · Fou blanc sur case noire a3 · Roi blanc sur case noire e3 · Pion blanc sur case blanche f3 · Pion blanc sur case blanche a2 · Cavalier blanc sur case blanche c2 · Fou blanc sur case blanche e2 | Fou noir sur case blanche a8 · Tour noire sur case noire b8 · Cavalier noir sur case blanche b7 · Tour noire sur case noire c7 · Cavalier noir sur case blanche d7 · Pion noir sur case blanche f7 · Pion noir sur case blanche e6 · Roi noir sur case noire f6 · Tour blanche sur case noire g5 · Pion noir sur case blanche h5 · Pion noir sur case blanche a4 · Pion blanc sur case noire b4 · Cavalier blanc sur case blanche c4 · Pion blanc sur case blanche e4 · Pion blanc sur case noire h4 · Fou blanc sur case noire a3 · Roi blanc sur case noire e3 · Pion blanc sur case blanche f3 · Pion blanc sur case blanche a2 · Cavalier blanc sur case blanche c2 · Fou blanc sur case blanche e2 | Fou noir sur case blanche a8 · Tour noire sur case noire b8 · Cavalier noir sur case blanche b7 · Tour noire sur case noire c7 · Cavalier noir sur case blanche d7 · Pion noir sur case blanche f7 · Pion noir sur case blanche e6 · Roi noir sur case noire f6 · Tour blanche sur case noire g5 · Pion noir sur case blanche h5 · Pion noir sur case blanche a4 · Pion blanc sur case noire b4 · Cavalier blanc sur case blanche c4 · Pion blanc sur case blanche e4 · Pion blanc sur case noire h4 · Fou blanc sur case noire a3 · Roi blanc sur case noire e3 · Pion blanc sur case blanche f3 · Pion blanc sur case blanche a2 · Cavalier blanc sur case blanche c2 · Fou blanc sur case blanche e2 | Fou noir sur case blanche a8 · Tour noire sur case noire b8 · Cavalier noir sur case blanche b7 · Tour noire sur case noire c7 · Cavalier noir sur case blanche d7 · Pion noir sur case blanche f7 · Pion noir sur case blanche e6 · Roi noir sur case noire f6 · Tour blanche sur case noire g5 · Pion noir sur case blanche h5 · Pion noir sur case blanche a4 · Pion blanc sur case noire b4 · Cavalier blanc sur case blanche c4 · Pion blanc sur case blanche e4 · Pion blanc sur case noire h4 · Fou blanc sur case noire a3 · Roi blanc sur case noire e3 · Pion blanc sur case blanche f3 · Pion blanc sur case blanche a2 · Cavalier blanc sur case blanche c2 · Fou blanc sur case blanche e2 | 8 |
| 7 | Fou noir sur case blanche a8 · Tour noire sur case noire b8 · Cavalier noir sur case blanche b7 · Tour noire sur case noire c7 · Cavalier noir sur case blanche d7 · Pion noir sur case blanche f7 · Pion noir sur case blanche e6 · Roi noir sur case noire f6 · Tour blanche sur case noire g5 · Pion noir sur case blanche h5 · Pion noir sur case blanche a4 · Pion blanc sur case noire b4 · Cavalier blanc sur case blanche c4 · Pion blanc sur case blanche e4 · Pion blanc sur case noire h4 · Fou blanc sur case noire a3 · Roi blanc sur case noire e3 · Pion blanc sur case blanche f3 · Pion blanc sur case blanche a2 · Cavalier blanc sur case blanche c2 · Fou blanc sur case blanche e2 | Fou noir sur case blanche a8 · Tour noire sur case noire b8 · Cavalier noir sur case blanche b7 · Tour noire sur case noire c7 · Cavalier noir sur case blanche d7 · Pion noir sur case blanche f7 · Pion noir sur case blanche e6 · Roi noir sur case noire f6 · Tour blanche sur case noire g5 · Pion noir sur case blanche h5 · Pion noir sur case blanche a4 · Pion blanc sur case noire b4 · Cavalier blanc sur case blanche c4 · Pion blanc sur case blanche e4 · Pion blanc sur case noire h4 · Fou blanc sur case noire a3 · Roi blanc sur case noire e3 · Pion blanc sur case blanche f3 · Pion blanc sur case blanche a2 · Cavalier blanc sur case blanche c2 · Fou blanc sur case blanche e2 | Fou noir sur case blanche a8 · Tour noire sur case noire b8 · Cavalier noir sur case blanche b7 · Tour noire sur case noire c7 · Cavalier noir sur case blanche d7 · Pion noir sur case blanche f7 · Pion noir sur case blanche e6 · Roi noir sur case noire f6 · Tour blanche sur case noire g5 · Pion noir sur case blanche h5 · Pion noir sur case blanche a4 · Pion blanc sur case noire b4 · Cavalier blanc sur case blanche c4 · Pion blanc sur case blanche e4 · Pion blanc sur case noire h4 · Fou blanc sur case noire a3 · Roi blanc sur case noire e3 · Pion blanc sur case blanche f3 · Pion blanc sur case blanche a2 · Cavalier blanc sur case blanche c2 · Fou blanc sur case blanche e2 | Fou noir sur case blanche a8 · Tour noire sur case noire b8 · Cavalier noir sur case blanche b7 · Tour noire sur case noire c7 · Cavalier noir sur case blanche d7 · Pion noir sur case blanche f7 · Pion noir sur case blanche e6 · Roi noir sur case noire f6 · Tour blanche sur case noire g5 · Pion noir sur case blanche h5 · Pion noir sur case blanche a4 · Pion blanc sur case noire b4 · Cavalier blanc sur case blanche c4 · Pion blanc sur case blanche e4 · Pion blanc sur case noire h4 · Fou blanc sur case noire a3 · Roi blanc sur case noire e3 · Pion blanc sur case blanche f3 · Pion blanc sur case blanche a2 · Cavalier blanc sur case blanche c2 · Fou blanc sur case blanche e2 | Fou noir sur case blanche a8 · Tour noire sur case noire b8 · Cavalier noir sur case blanche b7 · Tour noire sur case noire c7 · Cavalier noir sur case blanche d7 · Pion noir sur case blanche f7 · Pion noir sur case blanche e6 · Roi noir sur case noire f6 · Tour blanche sur case noire g5 · Pion noir sur case blanche h5 · Pion noir sur case blanche a4 · Pion blanc sur case noire b4 · Cavalier blanc sur case blanche c4 · Pion blanc sur case blanche e4 · Pion blanc sur case noire h4 · Fou blanc sur case noire a3 · Roi blanc sur case noire e3 · Pion blanc sur case blanche f3 · Pion blanc sur case blanche a2 · Cavalier blanc sur case blanche c2 · Fou blanc sur case blanche e2 | Fou noir sur case blanche a8 · Tour noire sur case noire b8 · Cavalier noir sur case blanche b7 · Tour noire sur case noire c7 · Cavalier noir sur case blanche d7 · Pion noir sur case blanche f7 · Pion noir sur case blanche e6 · Roi noir sur case noire f6 · Tour blanche sur case noire g5 · Pion noir sur case blanche h5 · Pion noir sur case blanche a4 · Pion blanc sur case noire b4 · Cavalier blanc sur case blanche c4 · Pion blanc sur case blanche e4 · Pion blanc sur case noire h4 · Fou blanc sur case noire a3 · Roi blanc sur case noire e3 · Pion blanc sur case blanche f3 · Pion blanc sur case blanche a2 · Cavalier blanc sur case blanche c2 · Fou blanc sur case blanche e2 | Fou noir sur case blanche a8 · Tour noire sur case noire b8 · Cavalier noir sur case blanche b7 · Tour noire sur case noire c7 · Cavalier noir sur case blanche d7 · Pion noir sur case blanche f7 · Pion noir sur case blanche e6 · Roi noir sur case noire f6 · Tour blanche sur case noire g5 · Pion noir sur case blanche h5 · Pion noir sur case blanche a4 · Pion blanc sur case noire b4 · Cavalier blanc sur case blanche c4 · Pion blanc sur case blanche e4 · Pion blanc sur case noire h4 · Fou blanc sur case noire a3 · Roi blanc sur case noire e3 · Pion blanc sur case blanche f3 · Pion blanc sur case blanche a2 · Cavalier blanc sur case blanche c2 · Fou blanc sur case blanche e2 | Fou noir sur case blanche a8 · Tour noire sur case noire b8 · Cavalier noir sur case blanche b7 · Tour noire sur case noire c7 · Cavalier noir sur case blanche d7 · Pion noir sur case blanche f7 · Pion noir sur case blanche e6 · Roi noir sur case noire f6 · Tour blanche sur case noire g5 · Pion noir sur case blanche h5 · Pion noir sur case blanche a4 · Pion blanc sur case noire b4 · Cavalier blanc sur case blanche c4 · Pion blanc sur case blanche e4 · Pion blanc sur case noire h4 · Fou blanc sur case noire a3 · Roi blanc sur case noire e3 · Pion blanc sur case blanche f3 · Pion blanc sur case blanche a2 · Cavalier blanc sur case blanche c2 · Fou blanc sur case blanche e2 | 7 |
| 6 | Fou noir sur case blanche a8 · Tour noire sur case noire b8 · Cavalier noir sur case blanche b7 · Tour noire sur case noire c7 · Cavalier noir sur case blanche d7 · Pion noir sur case blanche f7 · Pion noir sur case blanche e6 · Roi noir sur case noire f6 · Tour blanche sur case noire g5 · Pion noir sur case blanche h5 · Pion noir sur case blanche a4 · Pion blanc sur case noire b4 · Cavalier blanc sur case blanche c4 · Pion blanc sur case blanche e4 · Pion blanc sur case noire h4 · Fou blanc sur case noire a3 · Roi blanc sur case noire e3 · Pion blanc sur case blanche f3 · Pion blanc sur case blanche a2 · Cavalier blanc sur case blanche c2 · Fou blanc sur case blanche e2 | Fou noir sur case blanche a8 · Tour noire sur case noire b8 · Cavalier noir sur case blanche b7 · Tour noire sur case noire c7 · Cavalier noir sur case blanche d7 · Pion noir sur case blanche f7 · Pion noir sur case blanche e6 · Roi noir sur case noire f6 · Tour blanche sur case noire g5 · Pion noir sur case blanche h5 · Pion noir sur case blanche a4 · Pion blanc sur case noire b4 · Cavalier blanc sur case blanche c4 · Pion blanc sur case blanche e4 · Pion blanc sur case noire h4 · Fou blanc sur case noire a3 · Roi blanc sur case noire e3 · Pion blanc sur case blanche f3 · Pion blanc sur case blanche a2 · Cavalier blanc sur case blanche c2 · Fou blanc sur case blanche e2 | Fou noir sur case blanche a8 · Tour noire sur case noire b8 · Cavalier noir sur case blanche b7 · Tour noire sur case noire c7 · Cavalier noir sur case blanche d7 · Pion noir sur case blanche f7 · Pion noir sur case blanche e6 · Roi noir sur case noire f6 · Tour blanche sur case noire g5 · Pion noir sur case blanche h5 · Pion noir sur case blanche a4 · Pion blanc sur case noire b4 · Cavalier blanc sur case blanche c4 · Pion blanc sur case blanche e4 · Pion blanc sur case noire h4 · Fou blanc sur case noire a3 · Roi blanc sur case noire e3 · Pion blanc sur case blanche f3 · Pion blanc sur case blanche a2 · Cavalier blanc sur case blanche c2 · Fou blanc sur case blanche e2 | Fou noir sur case blanche a8 · Tour noire sur case noire b8 · Cavalier noir sur case blanche b7 · Tour noire sur case noire c7 · Cavalier noir sur case blanche d7 · Pion noir sur case blanche f7 · Pion noir sur case blanche e6 · Roi noir sur case noire f6 · Tour blanche sur case noire g5 · Pion noir sur case blanche h5 · Pion noir sur case blanche a4 · Pion blanc sur case noire b4 · Cavalier blanc sur case blanche c4 · Pion blanc sur case blanche e4 · Pion blanc sur case noire h4 · Fou blanc sur case noire a3 · Roi blanc sur case noire e3 · Pion blanc sur case blanche f3 · Pion blanc sur case blanche a2 · Cavalier blanc sur case blanche c2 · Fou blanc sur case blanche e2 | Fou noir sur case blanche a8 · Tour noire sur case noire b8 · Cavalier noir sur case blanche b7 · Tour noire sur case noire c7 · Cavalier noir sur case blanche d7 · Pion noir sur case blanche f7 · Pion noir sur case blanche e6 · Roi noir sur case noire f6 · Tour blanche sur case noire g5 · Pion noir sur case blanche h5 · Pion noir sur case blanche a4 · Pion blanc sur case noire b4 · Cavalier blanc sur case blanche c4 · Pion blanc sur case blanche e4 · Pion blanc sur case noire h4 · Fou blanc sur case noire a3 · Roi blanc sur case noire e3 · Pion blanc sur case blanche f3 · Pion blanc sur case blanche a2 · Cavalier blanc sur case blanche c2 · Fou blanc sur case blanche e2 | Fou noir sur case blanche a8 · Tour noire sur case noire b8 · Cavalier noir sur case blanche b7 · Tour noire sur case noire c7 · Cavalier noir sur case blanche d7 · Pion noir sur case blanche f7 · Pion noir sur case blanche e6 · Roi noir sur case noire f6 · Tour blanche sur case noire g5 · Pion noir sur case blanche h5 · Pion noir sur case blanche a4 · Pion blanc sur case noire b4 · Cavalier blanc sur case blanche c4 · Pion blanc sur case blanche e4 · Pion blanc sur case noire h4 · Fou blanc sur case noire a3 · Roi blanc sur case noire e3 · Pion blanc sur case blanche f3 · Pion blanc sur case blanche a2 · Cavalier blanc sur case blanche c2 · Fou blanc sur case blanche e2 | Fou noir sur case blanche a8 · Tour noire sur case noire b8 · Cavalier noir sur case blanche b7 · Tour noire sur case noire c7 · Cavalier noir sur case blanche d7 · Pion noir sur case blanche f7 · Pion noir sur case blanche e6 · Roi noir sur case noire f6 · Tour blanche sur case noire g5 · Pion noir sur case blanche h5 · Pion noir sur case blanche a4 · Pion blanc sur case noire b4 · Cavalier blanc sur case blanche c4 · Pion blanc sur case blanche e4 · Pion blanc sur case noire h4 · Fou blanc sur case noire a3 · Roi blanc sur case noire e3 · Pion blanc sur case blanche f3 · Pion blanc sur case blanche a2 · Cavalier blanc sur case blanche c2 · Fou blanc sur case blanche e2 | Fou noir sur case blanche a8 · Tour noire sur case noire b8 · Cavalier noir sur case blanche b7 · Tour noire sur case noire c7 · Cavalier noir sur case blanche d7 · Pion noir sur case blanche f7 · Pion noir sur case blanche e6 · Roi noir sur case noire f6 · Tour blanche sur case noire g5 · Pion noir sur case blanche h5 · Pion noir sur case blanche a4 · Pion blanc sur case noire b4 · Cavalier blanc sur case blanche c4 · Pion blanc sur case blanche e4 · Pion blanc sur case noire h4 · Fou blanc sur case noire a3 · Roi blanc sur case noire e3 · Pion blanc sur case blanche f3 · Pion blanc sur case blanche a2 · Cavalier blanc sur case blanche c2 · Fou blanc sur case blanche e2 | 6 |
| 5 | Fou noir sur case blanche a8 · Tour noire sur case noire b8 · Cavalier noir sur case blanche b7 · Tour noire sur case noire c7 · Cavalier noir sur case blanche d7 · Pion noir sur case blanche f7 · Pion noir sur case blanche e6 · Roi noir sur case noire f6 · Tour blanche sur case noire g5 · Pion noir sur case blanche h5 · Pion noir sur case blanche a4 · Pion blanc sur case noire b4 · Cavalier blanc sur case blanche c4 · Pion blanc sur case blanche e4 · Pion blanc sur case noire h4 · Fou blanc sur case noire a3 · Roi blanc sur case noire e3 · Pion blanc sur case blanche f3 · Pion blanc sur case blanche a2 · Cavalier blanc sur case blanche c2 · Fou blanc sur case blanche e2 | Fou noir sur case blanche a8 · Tour noire sur case noire b8 · Cavalier noir sur case blanche b7 · Tour noire sur case noire c7 · Cavalier noir sur case blanche d7 · Pion noir sur case blanche f7 · Pion noir sur case blanche e6 · Roi noir sur case noire f6 · Tour blanche sur case noire g5 · Pion noir sur case blanche h5 · Pion noir sur case blanche a4 · Pion blanc sur case noire b4 · Cavalier blanc sur case blanche c4 · Pion blanc sur case blanche e4 · Pion blanc sur case noire h4 · Fou blanc sur case noire a3 · Roi blanc sur case noire e3 · Pion blanc sur case blanche f3 · Pion blanc sur case blanche a2 · Cavalier blanc sur case blanche c2 · Fou blanc sur case blanche e2 | Fou noir sur case blanche a8 · Tour noire sur case noire b8 · Cavalier noir sur case blanche b7 · Tour noire sur case noire c7 · Cavalier noir sur case blanche d7 · Pion noir sur case blanche f7 · Pion noir sur case blanche e6 · Roi noir sur case noire f6 · Tour blanche sur case noire g5 · Pion noir sur case blanche h5 · Pion noir sur case blanche a4 · Pion blanc sur case noire b4 · Cavalier blanc sur case blanche c4 · Pion blanc sur case blanche e4 · Pion blanc sur case noire h4 · Fou blanc sur case noire a3 · Roi blanc sur case noire e3 · Pion blanc sur case blanche f3 · Pion blanc sur case blanche a2 · Cavalier blanc sur case blanche c2 · Fou blanc sur case blanche e2 | Fou noir sur case blanche a8 · Tour noire sur case noire b8 · Cavalier noir sur case blanche b7 · Tour noire sur case noire c7 · Cavalier noir sur case blanche d7 · Pion noir sur case blanche f7 · Pion noir sur case blanche e6 · Roi noir sur case noire f6 · Tour blanche sur case noire g5 · Pion noir sur case blanche h5 · Pion noir sur case blanche a4 · Pion blanc sur case noire b4 · Cavalier blanc sur case blanche c4 · Pion blanc sur case blanche e4 · Pion blanc sur case noire h4 · Fou blanc sur case noire a3 · Roi blanc sur case noire e3 · Pion blanc sur case blanche f3 · Pion blanc sur case blanche a2 · Cavalier blanc sur case blanche c2 · Fou blanc sur case blanche e2 | Fou noir sur case blanche a8 · Tour noire sur case noire b8 · Cavalier noir sur case blanche b7 · Tour noire sur case noire c7 · Cavalier noir sur case blanche d7 · Pion noir sur case blanche f7 · Pion noir sur case blanche e6 · Roi noir sur case noire f6 · Tour blanche sur case noire g5 · Pion noir sur case blanche h5 · Pion noir sur case blanche a4 · Pion blanc sur case noire b4 · Cavalier blanc sur case blanche c4 · Pion blanc sur case blanche e4 · Pion blanc sur case noire h4 · Fou blanc sur case noire a3 · Roi blanc sur case noire e3 · Pion blanc sur case blanche f3 · Pion blanc sur case blanche a2 · Cavalier blanc sur case blanche c2 · Fou blanc sur case blanche e2 | Fou noir sur case blanche a8 · Tour noire sur case noire b8 · Cavalier noir sur case blanche b7 · Tour noire sur case noire c7 · Cavalier noir sur case blanche d7 · Pion noir sur case blanche f7 · Pion noir sur case blanche e6 · Roi noir sur case noire f6 · Tour blanche sur case noire g5 · Pion noir sur case blanche h5 · Pion noir sur case blanche a4 · Pion blanc sur case noire b4 · Cavalier blanc sur case blanche c4 · Pion blanc sur case blanche e4 · Pion blanc sur case noire h4 · Fou blanc sur case noire a3 · Roi blanc sur case noire e3 · Pion blanc sur case blanche f3 · Pion blanc sur case blanche a2 · Cavalier blanc sur case blanche c2 · Fou blanc sur case blanche e2 | Fou noir sur case blanche a8 · Tour noire sur case noire b8 · Cavalier noir sur case blanche b7 · Tour noire sur case noire c7 · Cavalier noir sur case blanche d7 · Pion noir sur case blanche f7 · Pion noir sur case blanche e6 · Roi noir sur case noire f6 · Tour blanche sur case noire g5 · Pion noir sur case blanche h5 · Pion noir sur case blanche a4 · Pion blanc sur case noire b4 · Cavalier blanc sur case blanche c4 · Pion blanc sur case blanche e4 · Pion blanc sur case noire h4 · Fou blanc sur case noire a3 · Roi blanc sur case noire e3 · Pion blanc sur case blanche f3 · Pion blanc sur case blanche a2 · Cavalier blanc sur case blanche c2 · Fou blanc sur case blanche e2 | Fou noir sur case blanche a8 · Tour noire sur case noire b8 · Cavalier noir sur case blanche b7 · Tour noire sur case noire c7 · Cavalier noir sur case blanche d7 · Pion noir sur case blanche f7 · Pion noir sur case blanche e6 · Roi noir sur case noire f6 · Tour blanche sur case noire g5 · Pion noir sur case blanche h5 · Pion noir sur case blanche a4 · Pion blanc sur case noire b4 · Cavalier blanc sur case blanche c4 · Pion blanc sur case blanche e4 · Pion blanc sur case noire h4 · Fou blanc sur case noire a3 · Roi blanc sur case noire e3 · Pion blanc sur case blanche f3 · Pion blanc sur case blanche a2 · Cavalier blanc sur case blanche c2 · Fou blanc sur case blanche e2 | 5 |
| 4 | Fou noir sur case blanche a8 · Tour noire sur case noire b8 · Cavalier noir sur case blanche b7 · Tour noire sur case noire c7 · Cavalier noir sur case blanche d7 · Pion noir sur case blanche f7 · Pion noir sur case blanche e6 · Roi noir sur case noire f6 · Tour blanche sur case noire g5 · Pion noir sur case blanche h5 · Pion noir sur case blanche a4 · Pion blanc sur case noire b4 · Cavalier blanc sur case blanche c4 · Pion blanc sur case blanche e4 · Pion blanc sur case noire h4 · Fou blanc sur case noire a3 · Roi blanc sur case noire e3 · Pion blanc sur case blanche f3 · Pion blanc sur case blanche a2 · Cavalier blanc sur case blanche c2 · Fou blanc sur case blanche e2 | Fou noir sur case blanche a8 · Tour noire sur case noire b8 · Cavalier noir sur case blanche b7 · Tour noire sur case noire c7 · Cavalier noir sur case blanche d7 · Pion noir sur case blanche f7 · Pion noir sur case blanche e6 · Roi noir sur case noire f6 · Tour blanche sur case noire g5 · Pion noir sur case blanche h5 · Pion noir sur case blanche a4 · Pion blanc sur case noire b4 · Cavalier blanc sur case blanche c4 · Pion blanc sur case blanche e4 · Pion blanc sur case noire h4 · Fou blanc sur case noire a3 · Roi blanc sur case noire e3 · Pion blanc sur case blanche f3 · Pion blanc sur case blanche a2 · Cavalier blanc sur case blanche c2 · Fou blanc sur case blanche e2 | Fou noir sur case blanche a8 · Tour noire sur case noire b8 · Cavalier noir sur case blanche b7 · Tour noire sur case noire c7 · Cavalier noir sur case blanche d7 · Pion noir sur case blanche f7 · Pion noir sur case blanche e6 · Roi noir sur case noire f6 · Tour blanche sur case noire g5 · Pion noir sur case blanche h5 · Pion noir sur case blanche a4 · Pion blanc sur case noire b4 · Cavalier blanc sur case blanche c4 · Pion blanc sur case blanche e4 · Pion blanc sur case noire h4 · Fou blanc sur case noire a3 · Roi blanc sur case noire e3 · Pion blanc sur case blanche f3 · Pion blanc sur case blanche a2 · Cavalier blanc sur case blanche c2 · Fou blanc sur case blanche e2 | Fou noir sur case blanche a8 · Tour noire sur case noire b8 · Cavalier noir sur case blanche b7 · Tour noire sur case noire c7 · Cavalier noir sur case blanche d7 · Pion noir sur case blanche f7 · Pion noir sur case blanche e6 · Roi noir sur case noire f6 · Tour blanche sur case noire g5 · Pion noir sur case blanche h5 · Pion noir sur case blanche a4 · Pion blanc sur case noire b4 · Cavalier blanc sur case blanche c4 · Pion blanc sur case blanche e4 · Pion blanc sur case noire h4 · Fou blanc sur case noire a3 · Roi blanc sur case noire e3 · Pion blanc sur case blanche f3 · Pion blanc sur case blanche a2 · Cavalier blanc sur case blanche c2 · Fou blanc sur case blanche e2 | Fou noir sur case blanche a8 · Tour noire sur case noire b8 · Cavalier noir sur case blanche b7 · Tour noire sur case noire c7 · Cavalier noir sur case blanche d7 · Pion noir sur case blanche f7 · Pion noir sur case blanche e6 · Roi noir sur case noire f6 · Tour blanche sur case noire g5 · Pion noir sur case blanche h5 · Pion noir sur case blanche a4 · Pion blanc sur case noire b4 · Cavalier blanc sur case blanche c4 · Pion blanc sur case blanche e4 · Pion blanc sur case noire h4 · Fou blanc sur case noire a3 · Roi blanc sur case noire e3 · Pion blanc sur case blanche f3 · Pion blanc sur case blanche a2 · Cavalier blanc sur case blanche c2 · Fou blanc sur case blanche e2 | Fou noir sur case blanche a8 · Tour noire sur case noire b8 · Cavalier noir sur case blanche b7 · Tour noire sur case noire c7 · Cavalier noir sur case blanche d7 · Pion noir sur case blanche f7 · Pion noir sur case blanche e6 · Roi noir sur case noire f6 · Tour blanche sur case noire g5 · Pion noir sur case blanche h5 · Pion noir sur case blanche a4 · Pion blanc sur case noire b4 · Cavalier blanc sur case blanche c4 · Pion blanc sur case blanche e4 · Pion blanc sur case noire h4 · Fou blanc sur case noire a3 · Roi blanc sur case noire e3 · Pion blanc sur case blanche f3 · Pion blanc sur case blanche a2 · Cavalier blanc sur case blanche c2 · Fou blanc sur case blanche e2 | Fou noir sur case blanche a8 · Tour noire sur case noire b8 · Cavalier noir sur case blanche b7 · Tour noire sur case noire c7 · Cavalier noir sur case blanche d7 · Pion noir sur case blanche f7 · Pion noir sur case blanche e6 · Roi noir sur case noire f6 · Tour blanche sur case noire g5 · Pion noir sur case blanche h5 · Pion noir sur case blanche a4 · Pion blanc sur case noire b4 · Cavalier blanc sur case blanche c4 · Pion blanc sur case blanche e4 · Pion blanc sur case noire h4 · Fou blanc sur case noire a3 · Roi blanc sur case noire e3 · Pion blanc sur case blanche f3 · Pion blanc sur case blanche a2 · Cavalier blanc sur case blanche c2 · Fou blanc sur case blanche e2 | Fou noir sur case blanche a8 · Tour noire sur case noire b8 · Cavalier noir sur case blanche b7 · Tour noire sur case noire c7 · Cavalier noir sur case blanche d7 · Pion noir sur case blanche f7 · Pion noir sur case blanche e6 · Roi noir sur case noire f6 · Tour blanche sur case noire g5 · Pion noir sur case blanche h5 · Pion noir sur case blanche a4 · Pion blanc sur case noire b4 · Cavalier blanc sur case blanche c4 · Pion blanc sur case blanche e4 · Pion blanc sur case noire h4 · Fou blanc sur case noire a3 · Roi blanc sur case noire e3 · Pion blanc sur case blanche f3 · Pion blanc sur case blanche a2 · Cavalier blanc sur case blanche c2 · Fou blanc sur case blanche e2 | 4 |
| 3 | Fou noir sur case blanche a8 · Tour noire sur case noire b8 · Cavalier noir sur case blanche b7 · Tour noire sur case noire c7 · Cavalier noir sur case blanche d7 · Pion noir sur case blanche f7 · Pion noir sur case blanche e6 · Roi noir sur case noire f6 · Tour blanche sur case noire g5 · Pion noir sur case blanche h5 · Pion noir sur case blanche a4 · Pion blanc sur case noire b4 · Cavalier blanc sur case blanche c4 · Pion blanc sur case blanche e4 · Pion blanc sur case noire h4 · Fou blanc sur case noire a3 · Roi blanc sur case noire e3 · Pion blanc sur case blanche f3 · Pion blanc sur case blanche a2 · Cavalier blanc sur case blanche c2 · Fou blanc sur case blanche e2 | Fou noir sur case blanche a8 · Tour noire sur case noire b8 · Cavalier noir sur case blanche b7 · Tour noire sur case noire c7 · Cavalier noir sur case blanche d7 · Pion noir sur case blanche f7 · Pion noir sur case blanche e6 · Roi noir sur case noire f6 · Tour blanche sur case noire g5 · Pion noir sur case blanche h5 · Pion noir sur case blanche a4 · Pion blanc sur case noire b4 · Cavalier blanc sur case blanche c4 · Pion blanc sur case blanche e4 · Pion blanc sur case noire h4 · Fou blanc sur case noire a3 · Roi blanc sur case noire e3 · Pion blanc sur case blanche f3 · Pion blanc sur case blanche a2 · Cavalier blanc sur case blanche c2 · Fou blanc sur case blanche e2 | Fou noir sur case blanche a8 · Tour noire sur case noire b8 · Cavalier noir sur case blanche b7 · Tour noire sur case noire c7 · Cavalier noir sur case blanche d7 · Pion noir sur case blanche f7 · Pion noir sur case blanche e6 · Roi noir sur case noire f6 · Tour blanche sur case noire g5 · Pion noir sur case blanche h5 · Pion noir sur case blanche a4 · Pion blanc sur case noire b4 · Cavalier blanc sur case blanche c4 · Pion blanc sur case blanche e4 · Pion blanc sur case noire h4 · Fou blanc sur case noire a3 · Roi blanc sur case noire e3 · Pion blanc sur case blanche f3 · Pion blanc sur case blanche a2 · Cavalier blanc sur case blanche c2 · Fou blanc sur case blanche e2 | Fou noir sur case blanche a8 · Tour noire sur case noire b8 · Cavalier noir sur case blanche b7 · Tour noire sur case noire c7 · Cavalier noir sur case blanche d7 · Pion noir sur case blanche f7 · Pion noir sur case blanche e6 · Roi noir sur case noire f6 · Tour blanche sur case noire g5 · Pion noir sur case blanche h5 · Pion noir sur case blanche a4 · Pion blanc sur case noire b4 · Cavalier blanc sur case blanche c4 · Pion blanc sur case blanche e4 · Pion blanc sur case noire h4 · Fou blanc sur case noire a3 · Roi blanc sur case noire e3 · Pion blanc sur case blanche f3 · Pion blanc sur case blanche a2 · Cavalier blanc sur case blanche c2 · Fou blanc sur case blanche e2 | Fou noir sur case blanche a8 · Tour noire sur case noire b8 · Cavalier noir sur case blanche b7 · Tour noire sur case noire c7 · Cavalier noir sur case blanche d7 · Pion noir sur case blanche f7 · Pion noir sur case blanche e6 · Roi noir sur case noire f6 · Tour blanche sur case noire g5 · Pion noir sur case blanche h5 · Pion noir sur case blanche a4 · Pion blanc sur case noire b4 · Cavalier blanc sur case blanche c4 · Pion blanc sur case blanche e4 · Pion blanc sur case noire h4 · Fou blanc sur case noire a3 · Roi blanc sur case noire e3 · Pion blanc sur case blanche f3 · Pion blanc sur case blanche a2 · Cavalier blanc sur case blanche c2 · Fou blanc sur case blanche e2 | Fou noir sur case blanche a8 · Tour noire sur case noire b8 · Cavalier noir sur case blanche b7 · Tour noire sur case noire c7 · Cavalier noir sur case blanche d7 · Pion noir sur case blanche f7 · Pion noir sur case blanche e6 · Roi noir sur case noire f6 · Tour blanche sur case noire g5 · Pion noir sur case blanche h5 · Pion noir sur case blanche a4 · Pion blanc sur case noire b4 · Cavalier blanc sur case blanche c4 · Pion blanc sur case blanche e4 · Pion blanc sur case noire h4 · Fou blanc sur case noire a3 · Roi blanc sur case noire e3 · Pion blanc sur case blanche f3 · Pion blanc sur case blanche a2 · Cavalier blanc sur case blanche c2 · Fou blanc sur case blanche e2 | Fou noir sur case blanche a8 · Tour noire sur case noire b8 · Cavalier noir sur case blanche b7 · Tour noire sur case noire c7 · Cavalier noir sur case blanche d7 · Pion noir sur case blanche f7 · Pion noir sur case blanche e6 · Roi noir sur case noire f6 · Tour blanche sur case noire g5 · Pion noir sur case blanche h5 · Pion noir sur case blanche a4 · Pion blanc sur case noire b4 · Cavalier blanc sur case blanche c4 · Pion blanc sur case blanche e4 · Pion blanc sur case noire h4 · Fou blanc sur case noire a3 · Roi blanc sur case noire e3 · Pion blanc sur case blanche f3 · Pion blanc sur case blanche a2 · Cavalier blanc sur case blanche c2 · Fou blanc sur case blanche e2 | Fou noir sur case blanche a8 · Tour noire sur case noire b8 · Cavalier noir sur case blanche b7 · Tour noire sur case noire c7 · Cavalier noir sur case blanche d7 · Pion noir sur case blanche f7 · Pion noir sur case blanche e6 · Roi noir sur case noire f6 · Tour blanche sur case noire g5 · Pion noir sur case blanche h5 · Pion noir sur case blanche a4 · Pion blanc sur case noire b4 · Cavalier blanc sur case blanche c4 · Pion blanc sur case blanche e4 · Pion blanc sur case noire h4 · Fou blanc sur case noire a3 · Roi blanc sur case noire e3 · Pion blanc sur case blanche f3 · Pion blanc sur case blanche a2 · Cavalier blanc sur case blanche c2 · Fou blanc sur case blanche e2 | 3 |
| 2 | Fou noir sur case blanche a8 · Tour noire sur case noire b8 · Cavalier noir sur case blanche b7 · Tour noire sur case noire c7 · Cavalier noir sur case blanche d7 · Pion noir sur case blanche f7 · Pion noir sur case blanche e6 · Roi noir sur case noire f6 · Tour blanche sur case noire g5 · Pion noir sur case blanche h5 · Pion noir sur case blanche a4 · Pion blanc sur case noire b4 · Cavalier blanc sur case blanche c4 · Pion blanc sur case blanche e4 · Pion blanc sur case noire h4 · Fou blanc sur case noire a3 · Roi blanc sur case noire e3 · Pion blanc sur case blanche f3 · Pion blanc sur case blanche a2 · Cavalier blanc sur case blanche c2 · Fou blanc sur case blanche e2 | Fou noir sur case blanche a8 · Tour noire sur case noire b8 · Cavalier noir sur case blanche b7 · Tour noire sur case noire c7 · Cavalier noir sur case blanche d7 · Pion noir sur case blanche f7 · Pion noir sur case blanche e6 · Roi noir sur case noire f6 · Tour blanche sur case noire g5 · Pion noir sur case blanche h5 · Pion noir sur case blanche a4 · Pion blanc sur case noire b4 · Cavalier blanc sur case blanche c4 · Pion blanc sur case blanche e4 · Pion blanc sur case noire h4 · Fou blanc sur case noire a3 · Roi blanc sur case noire e3 · Pion blanc sur case blanche f3 · Pion blanc sur case blanche a2 · Cavalier blanc sur case blanche c2 · Fou blanc sur case blanche e2 | Fou noir sur case blanche a8 · Tour noire sur case noire b8 · Cavalier noir sur case blanche b7 · Tour noire sur case noire c7 · Cavalier noir sur case blanche d7 · Pion noir sur case blanche f7 · Pion noir sur case blanche e6 · Roi noir sur case noire f6 · Tour blanche sur case noire g5 · Pion noir sur case blanche h5 · Pion noir sur case blanche a4 · Pion blanc sur case noire b4 · Cavalier blanc sur case blanche c4 · Pion blanc sur case blanche e4 · Pion blanc sur case noire h4 · Fou blanc sur case noire a3 · Roi blanc sur case noire e3 · Pion blanc sur case blanche f3 · Pion blanc sur case blanche a2 · Cavalier blanc sur case blanche c2 · Fou blanc sur case blanche e2 | Fou noir sur case blanche a8 · Tour noire sur case noire b8 · Cavalier noir sur case blanche b7 · Tour noire sur case noire c7 · Cavalier noir sur case blanche d7 · Pion noir sur case blanche f7 · Pion noir sur case blanche e6 · Roi noir sur case noire f6 · Tour blanche sur case noire g5 · Pion noir sur case blanche h5 · Pion noir sur case blanche a4 · Pion blanc sur case noire b4 · Cavalier blanc sur case blanche c4 · Pion blanc sur case blanche e4 · Pion blanc sur case noire h4 · Fou blanc sur case noire a3 · Roi blanc sur case noire e3 · Pion blanc sur case blanche f3 · Pion blanc sur case blanche a2 · Cavalier blanc sur case blanche c2 · Fou blanc sur case blanche e2 | Fou noir sur case blanche a8 · Tour noire sur case noire b8 · Cavalier noir sur case blanche b7 · Tour noire sur case noire c7 · Cavalier noir sur case blanche d7 · Pion noir sur case blanche f7 · Pion noir sur case blanche e6 · Roi noir sur case noire f6 · Tour blanche sur case noire g5 · Pion noir sur case blanche h5 · Pion noir sur case blanche a4 · Pion blanc sur case noire b4 · Cavalier blanc sur case blanche c4 · Pion blanc sur case blanche e4 · Pion blanc sur case noire h4 · Fou blanc sur case noire a3 · Roi blanc sur case noire e3 · Pion blanc sur case blanche f3 · Pion blanc sur case blanche a2 · Cavalier blanc sur case blanche c2 · Fou blanc sur case blanche e2 | Fou noir sur case blanche a8 · Tour noire sur case noire b8 · Cavalier noir sur case blanche b7 · Tour noire sur case noire c7 · Cavalier noir sur case blanche d7 · Pion noir sur case blanche f7 · Pion noir sur case blanche e6 · Roi noir sur case noire f6 · Tour blanche sur case noire g5 · Pion noir sur case blanche h5 · Pion noir sur case blanche a4 · Pion blanc sur case noire b4 · Cavalier blanc sur case blanche c4 · Pion blanc sur case blanche e4 · Pion blanc sur case noire h4 · Fou blanc sur case noire a3 · Roi blanc sur case noire e3 · Pion blanc sur case blanche f3 · Pion blanc sur case blanche a2 · Cavalier blanc sur case blanche c2 · Fou blanc sur case blanche e2 | Fou noir sur case blanche a8 · Tour noire sur case noire b8 · Cavalier noir sur case blanche b7 · Tour noire sur case noire c7 · Cavalier noir sur case blanche d7 · Pion noir sur case blanche f7 · Pion noir sur case blanche e6 · Roi noir sur case noire f6 · Tour blanche sur case noire g5 · Pion noir sur case blanche h5 · Pion noir sur case blanche a4 · Pion blanc sur case noire b4 · Cavalier blanc sur case blanche c4 · Pion blanc sur case blanche e4 · Pion blanc sur case noire h4 · Fou blanc sur case noire a3 · Roi blanc sur case noire e3 · Pion blanc sur case blanche f3 · Pion blanc sur case blanche a2 · Cavalier blanc sur case blanche c2 · Fou blanc sur case blanche e2 | Fou noir sur case blanche a8 · Tour noire sur case noire b8 · Cavalier noir sur case blanche b7 · Tour noire sur case noire c7 · Cavalier noir sur case blanche d7 · Pion noir sur case blanche f7 · Pion noir sur case blanche e6 · Roi noir sur case noire f6 · Tour blanche sur case noire g5 · Pion noir sur case blanche h5 · Pion noir sur case blanche a4 · Pion blanc sur case noire b4 · Cavalier blanc sur case blanche c4 · Pion blanc sur case blanche e4 · Pion blanc sur case noire h4 · Fou blanc sur case noire a3 · Roi blanc sur case noire e3 · Pion blanc sur case blanche f3 · Pion blanc sur case blanche a2 · Cavalier blanc sur case blanche c2 · Fou blanc sur case blanche e2 | 2 |
| 1 | Fou noir sur case blanche a8 · Tour noire sur case noire b8 · Cavalier noir sur case blanche b7 · Tour noire sur case noire c7 · Cavalier noir sur case blanche d7 · Pion noir sur case blanche f7 · Pion noir sur case blanche e6 · Roi noir sur case noire f6 · Tour blanche sur case noire g5 · Pion noir sur case blanche h5 · Pion noir sur case blanche a4 · Pion blanc sur case noire b4 · Cavalier blanc sur case blanche c4 · Pion blanc sur case blanche e4 · Pion blanc sur case noire h4 · Fou blanc sur case noire a3 · Roi blanc sur case noire e3 · Pion blanc sur case blanche f3 · Pion blanc sur case blanche a2 · Cavalier blanc sur case blanche c2 · Fou blanc sur case blanche e2 | Fou noir sur case blanche a8 · Tour noire sur case noire b8 · Cavalier noir sur case blanche b7 · Tour noire sur case noire c7 · Cavalier noir sur case blanche d7 · Pion noir sur case blanche f7 · Pion noir sur case blanche e6 · Roi noir sur case noire f6 · Tour blanche sur case noire g5 · Pion noir sur case blanche h5 · Pion noir sur case blanche a4 · Pion blanc sur case noire b4 · Cavalier blanc sur case blanche c4 · Pion blanc sur case blanche e4 · Pion blanc sur case noire h4 · Fou blanc sur case noire a3 · Roi blanc sur case noire e3 · Pion blanc sur case blanche f3 · Pion blanc sur case blanche a2 · Cavalier blanc sur case blanche c2 · Fou blanc sur case blanche e2 | Fou noir sur case blanche a8 · Tour noire sur case noire b8 · Cavalier noir sur case blanche b7 · Tour noire sur case noire c7 · Cavalier noir sur case blanche d7 · Pion noir sur case blanche f7 · Pion noir sur case blanche e6 · Roi noir sur case noire f6 · Tour blanche sur case noire g5 · Pion noir sur case blanche h5 · Pion noir sur case blanche a4 · Pion blanc sur case noire b4 · Cavalier blanc sur case blanche c4 · Pion blanc sur case blanche e4 · Pion blanc sur case noire h4 · Fou blanc sur case noire a3 · Roi blanc sur case noire e3 · Pion blanc sur case blanche f3 · Pion blanc sur case blanche a2 · Cavalier blanc sur case blanche c2 · Fou blanc sur case blanche e2 | Fou noir sur case blanche a8 · Tour noire sur case noire b8 · Cavalier noir sur case blanche b7 · Tour noire sur case noire c7 · Cavalier noir sur case blanche d7 · Pion noir sur case blanche f7 · Pion noir sur case blanche e6 · Roi noir sur case noire f6 · Tour blanche sur case noire g5 · Pion noir sur case blanche h5 · Pion noir sur case blanche a4 · Pion blanc sur case noire b4 · Cavalier blanc sur case blanche c4 · Pion blanc sur case blanche e4 · Pion blanc sur case noire h4 · Fou blanc sur case noire a3 · Roi blanc sur case noire e3 · Pion blanc sur case blanche f3 · Pion blanc sur case blanche a2 · Cavalier blanc sur case blanche c2 · Fou blanc sur case blanche e2 | Fou noir sur case blanche a8 · Tour noire sur case noire b8 · Cavalier noir sur case blanche b7 · Tour noire sur case noire c7 · Cavalier noir sur case blanche d7 · Pion noir sur case blanche f7 · Pion noir sur case blanche e6 · Roi noir sur case noire f6 · Tour blanche sur case noire g5 · Pion noir sur case blanche h5 · Pion noir sur case blanche a4 · Pion blanc sur case noire b4 · Cavalier blanc sur case blanche c4 · Pion blanc sur case blanche e4 · Pion blanc sur case noire h4 · Fou blanc sur case noire a3 · Roi blanc sur case noire e3 · Pion blanc sur case blanche f3 · Pion blanc sur case blanche a2 · Cavalier blanc sur case blanche c2 · Fou blanc sur case blanche e2 | Fou noir sur case blanche a8 · Tour noire sur case noire b8 · Cavalier noir sur case blanche b7 · Tour noire sur case noire c7 · Cavalier noir sur case blanche d7 · Pion noir sur case blanche f7 · Pion noir sur case blanche e6 · Roi noir sur case noire f6 · Tour blanche sur case noire g5 · Pion noir sur case blanche h5 · Pion noir sur case blanche a4 · Pion blanc sur case noire b4 · Cavalier blanc sur case blanche c4 · Pion blanc sur case blanche e4 · Pion blanc sur case noire h4 · Fou blanc sur case noire a3 · Roi blanc sur case noire e3 · Pion blanc sur case blanche f3 · Pion blanc sur case blanche a2 · Cavalier blanc sur case blanche c2 · Fou blanc sur case blanche e2 | Fou noir sur case blanche a8 · Tour noire sur case noire b8 · Cavalier noir sur case blanche b7 · Tour noire sur case noire c7 · Cavalier noir sur case blanche d7 · Pion noir sur case blanche f7 · Pion noir sur case blanche e6 · Roi noir sur case noire f6 · Tour blanche sur case noire g5 · Pion noir sur case blanche h5 · Pion noir sur case blanche a4 · Pion blanc sur case noire b4 · Cavalier blanc sur case blanche c4 · Pion blanc sur case blanche e4 · Pion blanc sur case noire h4 · Fou blanc sur case noire a3 · Roi blanc sur case noire e3 · Pion blanc sur case blanche f3 · Pion blanc sur case blanche a2 · Cavalier blanc sur case blanche c2 · Fou blanc sur case blanche e2 | Fou noir sur case blanche a8 · Tour noire sur case noire b8 · Cavalier noir sur case blanche b7 · Tour noire sur case noire c7 · Cavalier noir sur case blanche d7 · Pion noir sur case blanche f7 · Pion noir sur case blanche e6 · Roi noir sur case noire f6 · Tour blanche sur case noire g5 · Pion noir sur case blanche h5 · Pion noir sur case blanche a4 · Pion blanc sur case noire b4 · Cavalier blanc sur case blanche c4 · Pion blanc sur case blanche e4 · Pion blanc sur case noire h4 · Fou blanc sur case noire a3 · Roi blanc sur case noire e3 · Pion blanc sur case blanche f3 · Pion blanc sur case blanche a2 · Cavalier blanc sur case blanche c2 · Fou blanc sur case blanche e2 | 1 |
|   | a | b | c | d | e | f | g | h |   |

6 septembre. Après 13.Cd4! Tc8 la partie était partagée (Krnić). 
Spassky–Fischer, partie 4 ; Gambit dame accepté, variante classique (ECO D27) 

1.d4 d5 2.c4 dxc4 3.Cf3 Cf6 4.e3 e6 5.Fxc4 c5 6.0-0 a6 7.dxc5 Dxd1 8.Txd1 Fxc5 9.b3 Cbd7 10.Fb2 b6 11.Cc3 Fb7 12.Tac1 Fe7 13.Cd4 Tc8 14.f3 b5 15.Fe2 Fc5 16.Rf1 Re7 17.e4 g5 18.Cb1 g4 19.Fa3 b4 20.Txc5 Cxc5 21.Fxb4 Thd8 22.Ca3 gxf3 23.gxf3 Cfd7 24.Cc4 Fa8 25.Rf2 Tg8 26.h4 Tc7 27.Cc2 Tb8 28.Fa3 h5 29.Tg1 Rf6 30.Re3 a5 31.Tg5 a4 32.b4 Cb7 (diagramme) 33.b5 Cbc5 34.Cd4 e5 35.Cxe5 Cxe5 36.Tf5+ Rg7 37.Txe5 Cxe4 38.Fd3 Tc3 39.Fb4 Txd3+ 40.Rxd3 Cf6 41.Fd6 Tc8 42.Tg5+ Rh7 43.Fe5 Ce8 44.Txh5+ Rg6 45.Tg5+ Rh7 46.Ff4 f6 47.Tf5 Rg6 48.b6 Td8 49.Ta5 Fxf3 50.h5+ 1–0

#### Partie 5: Fischer 0 Spassky 1 (Espagnole Breyer)
|   | a | b | c | d | e | f | g | h |   |
| 8 | Tour noire sur case blanche a8 · Tour noire sur case blanche e8 · Roi noir sur case blanche g8 · Fou noir sur case blanche b7 · Cavalier noir sur case blanche d7 · Dame noire sur case noire g7 · Pion noir sur case blanche a6 · Cavalier noir sur case noire b6 · Pion noir sur case noire d6 · Pion noir sur case noire h6 · Pion noir sur case noire c5 · Pion blanc sur case blanche d5 · Pion noir sur case noire g5 · Pion noir sur case blanche e4 · Cavalier blanc sur case noire f4 · Cavalier blanc sur case noire h4 · Pion noir sur case noire a3 · Pion blanc sur case blanche b3 · Pion blanc sur case blanche h3 · Fou blanc sur case blanche c2 · Pion blanc sur case noire f2 · Pion blanc sur case blanche g2 · Tour blanche sur case blanche b1 · Dame blanche sur case blanche d1 · Tour blanche sur case noire e1 · Roi blanc sur case noire g1 | Tour noire sur case blanche a8 · Tour noire sur case blanche e8 · Roi noir sur case blanche g8 · Fou noir sur case blanche b7 · Cavalier noir sur case blanche d7 · Dame noire sur case noire g7 · Pion noir sur case blanche a6 · Cavalier noir sur case noire b6 · Pion noir sur case noire d6 · Pion noir sur case noire h6 · Pion noir sur case noire c5 · Pion blanc sur case blanche d5 · Pion noir sur case noire g5 · Pion noir sur case blanche e4 · Cavalier blanc sur case noire f4 · Cavalier blanc sur case noire h4 · Pion noir sur case noire a3 · Pion blanc sur case blanche b3 · Pion blanc sur case blanche h3 · Fou blanc sur case blanche c2 · Pion blanc sur case noire f2 · Pion blanc sur case blanche g2 · Tour blanche sur case blanche b1 · Dame blanche sur case blanche d1 · Tour blanche sur case noire e1 · Roi blanc sur case noire g1 | Tour noire sur case blanche a8 · Tour noire sur case blanche e8 · Roi noir sur case blanche g8 · Fou noir sur case blanche b7 · Cavalier noir sur case blanche d7 · Dame noire sur case noire g7 · Pion noir sur case blanche a6 · Cavalier noir sur case noire b6 · Pion noir sur case noire d6 · Pion noir sur case noire h6 · Pion noir sur case noire c5 · Pion blanc sur case blanche d5 · Pion noir sur case noire g5 · Pion noir sur case blanche e4 · Cavalier blanc sur case noire f4 · Cavalier blanc sur case noire h4 · Pion noir sur case noire a3 · Pion blanc sur case blanche b3 · Pion blanc sur case blanche h3 · Fou blanc sur case blanche c2 · Pion blanc sur case noire f2 · Pion blanc sur case blanche g2 · Tour blanche sur case blanche b1 · Dame blanche sur case blanche d1 · Tour blanche sur case noire e1 · Roi blanc sur case noire g1 | Tour noire sur case blanche a8 · Tour noire sur case blanche e8 · Roi noir sur case blanche g8 · Fou noir sur case blanche b7 · Cavalier noir sur case blanche d7 · Dame noire sur case noire g7 · Pion noir sur case blanche a6 · Cavalier noir sur case noire b6 · Pion noir sur case noire d6 · Pion noir sur case noire h6 · Pion noir sur case noire c5 · Pion blanc sur case blanche d5 · Pion noir sur case noire g5 · Pion noir sur case blanche e4 · Cavalier blanc sur case noire f4 · Cavalier blanc sur case noire h4 · Pion noir sur case noire a3 · Pion blanc sur case blanche b3 · Pion blanc sur case blanche h3 · Fou blanc sur case blanche c2 · Pion blanc sur case noire f2 · Pion blanc sur case blanche g2 · Tour blanche sur case blanche b1 · Dame blanche sur case blanche d1 · Tour blanche sur case noire e1 · Roi blanc sur case noire g1 | Tour noire sur case blanche a8 · Tour noire sur case blanche e8 · Roi noir sur case blanche g8 · Fou noir sur case blanche b7 · Cavalier noir sur case blanche d7 · Dame noire sur case noire g7 · Pion noir sur case blanche a6 · Cavalier noir sur case noire b6 · Pion noir sur case noire d6 · Pion noir sur case noire h6 · Pion noir sur case noire c5 · Pion blanc sur case blanche d5 · Pion noir sur case noire g5 · Pion noir sur case blanche e4 · Cavalier blanc sur case noire f4 · Cavalier blanc sur case noire h4 · Pion noir sur case noire a3 · Pion blanc sur case blanche b3 · Pion blanc sur case blanche h3 · Fou blanc sur case blanche c2 · Pion blanc sur case noire f2 · Pion blanc sur case blanche g2 · Tour blanche sur case blanche b1 · Dame blanche sur case blanche d1 · Tour blanche sur case noire e1 · Roi blanc sur case noire g1 | Tour noire sur case blanche a8 · Tour noire sur case blanche e8 · Roi noir sur case blanche g8 · Fou noir sur case blanche b7 · Cavalier noir sur case blanche d7 · Dame noire sur case noire g7 · Pion noir sur case blanche a6 · Cavalier noir sur case noire b6 · Pion noir sur case noire d6 · Pion noir sur case noire h6 · Pion noir sur case noire c5 · Pion blanc sur case blanche d5 · Pion noir sur case noire g5 · Pion noir sur case blanche e4 · Cavalier blanc sur case noire f4 · Cavalier blanc sur case noire h4 · Pion noir sur case noire a3 · Pion blanc sur case blanche b3 · Pion blanc sur case blanche h3 · Fou blanc sur case blanche c2 · Pion blanc sur case noire f2 · Pion blanc sur case blanche g2 · Tour blanche sur case blanche b1 · Dame blanche sur case blanche d1 · Tour blanche sur case noire e1 · Roi blanc sur case noire g1 | Tour noire sur case blanche a8 · Tour noire sur case blanche e8 · Roi noir sur case blanche g8 · Fou noir sur case blanche b7 · Cavalier noir sur case blanche d7 · Dame noire sur case noire g7 · Pion noir sur case blanche a6 · Cavalier noir sur case noire b6 · Pion noir sur case noire d6 · Pion noir sur case noire h6 · Pion noir sur case noire c5 · Pion blanc sur case blanche d5 · Pion noir sur case noire g5 · Pion noir sur case blanche e4 · Cavalier blanc sur case noire f4 · Cavalier blanc sur case noire h4 · Pion noir sur case noire a3 · Pion blanc sur case blanche b3 · Pion blanc sur case blanche h3 · Fou blanc sur case blanche c2 · Pion blanc sur case noire f2 · Pion blanc sur case blanche g2 · Tour blanche sur case blanche b1 · Dame blanche sur case blanche d1 · Tour blanche sur case noire e1 · Roi blanc sur case noire g1 | Tour noire sur case blanche a8 · Tour noire sur case blanche e8 · Roi noir sur case blanche g8 · Fou noir sur case blanche b7 · Cavalier noir sur case blanche d7 · Dame noire sur case noire g7 · Pion noir sur case blanche a6 · Cavalier noir sur case noire b6 · Pion noir sur case noire d6 · Pion noir sur case noire h6 · Pion noir sur case noire c5 · Pion blanc sur case blanche d5 · Pion noir sur case noire g5 · Pion noir sur case blanche e4 · Cavalier blanc sur case noire f4 · Cavalier blanc sur case noire h4 · Pion noir sur case noire a3 · Pion blanc sur case blanche b3 · Pion blanc sur case blanche h3 · Fou blanc sur case blanche c2 · Pion blanc sur case noire f2 · Pion blanc sur case blanche g2 · Tour blanche sur case blanche b1 · Dame blanche sur case blanche d1 · Tour blanche sur case noire e1 · Roi blanc sur case noire g1 | 8 |
| 7 | Tour noire sur case blanche a8 · Tour noire sur case blanche e8 · Roi noir sur case blanche g8 · Fou noir sur case blanche b7 · Cavalier noir sur case blanche d7 · Dame noire sur case noire g7 · Pion noir sur case blanche a6 · Cavalier noir sur case noire b6 · Pion noir sur case noire d6 · Pion noir sur case noire h6 · Pion noir sur case noire c5 · Pion blanc sur case blanche d5 · Pion noir sur case noire g5 · Pion noir sur case blanche e4 · Cavalier blanc sur case noire f4 · Cavalier blanc sur case noire h4 · Pion noir sur case noire a3 · Pion blanc sur case blanche b3 · Pion blanc sur case blanche h3 · Fou blanc sur case blanche c2 · Pion blanc sur case noire f2 · Pion blanc sur case blanche g2 · Tour blanche sur case blanche b1 · Dame blanche sur case blanche d1 · Tour blanche sur case noire e1 · Roi blanc sur case noire g1 | Tour noire sur case blanche a8 · Tour noire sur case blanche e8 · Roi noir sur case blanche g8 · Fou noir sur case blanche b7 · Cavalier noir sur case blanche d7 · Dame noire sur case noire g7 · Pion noir sur case blanche a6 · Cavalier noir sur case noire b6 · Pion noir sur case noire d6 · Pion noir sur case noire h6 · Pion noir sur case noire c5 · Pion blanc sur case blanche d5 · Pion noir sur case noire g5 · Pion noir sur case blanche e4 · Cavalier blanc sur case noire f4 · Cavalier blanc sur case noire h4 · Pion noir sur case noire a3 · Pion blanc sur case blanche b3 · Pion blanc sur case blanche h3 · Fou blanc sur case blanche c2 · Pion blanc sur case noire f2 · Pion blanc sur case blanche g2 · Tour blanche sur case blanche b1 · Dame blanche sur case blanche d1 · Tour blanche sur case noire e1 · Roi blanc sur case noire g1 | Tour noire sur case blanche a8 · Tour noire sur case blanche e8 · Roi noir sur case blanche g8 · Fou noir sur case blanche b7 · Cavalier noir sur case blanche d7 · Dame noire sur case noire g7 · Pion noir sur case blanche a6 · Cavalier noir sur case noire b6 · Pion noir sur case noire d6 · Pion noir sur case noire h6 · Pion noir sur case noire c5 · Pion blanc sur case blanche d5 · Pion noir sur case noire g5 · Pion noir sur case blanche e4 · Cavalier blanc sur case noire f4 · Cavalier blanc sur case noire h4 · Pion noir sur case noire a3 · Pion blanc sur case blanche b3 · Pion blanc sur case blanche h3 · Fou blanc sur case blanche c2 · Pion blanc sur case noire f2 · Pion blanc sur case blanche g2 · Tour blanche sur case blanche b1 · Dame blanche sur case blanche d1 · Tour blanche sur case noire e1 · Roi blanc sur case noire g1 | Tour noire sur case blanche a8 · Tour noire sur case blanche e8 · Roi noir sur case blanche g8 · Fou noir sur case blanche b7 · Cavalier noir sur case blanche d7 · Dame noire sur case noire g7 · Pion noir sur case blanche a6 · Cavalier noir sur case noire b6 · Pion noir sur case noire d6 · Pion noir sur case noire h6 · Pion noir sur case noire c5 · Pion blanc sur case blanche d5 · Pion noir sur case noire g5 · Pion noir sur case blanche e4 · Cavalier blanc sur case noire f4 · Cavalier blanc sur case noire h4 · Pion noir sur case noire a3 · Pion blanc sur case blanche b3 · Pion blanc sur case blanche h3 · Fou blanc sur case blanche c2 · Pion blanc sur case noire f2 · Pion blanc sur case blanche g2 · Tour blanche sur case blanche b1 · Dame blanche sur case blanche d1 · Tour blanche sur case noire e1 · Roi blanc sur case noire g1 | Tour noire sur case blanche a8 · Tour noire sur case blanche e8 · Roi noir sur case blanche g8 · Fou noir sur case blanche b7 · Cavalier noir sur case blanche d7 · Dame noire sur case noire g7 · Pion noir sur case blanche a6 · Cavalier noir sur case noire b6 · Pion noir sur case noire d6 · Pion noir sur case noire h6 · Pion noir sur case noire c5 · Pion blanc sur case blanche d5 · Pion noir sur case noire g5 · Pion noir sur case blanche e4 · Cavalier blanc sur case noire f4 · Cavalier blanc sur case noire h4 · Pion noir sur case noire a3 · Pion blanc sur case blanche b3 · Pion blanc sur case blanche h3 · Fou blanc sur case blanche c2 · Pion blanc sur case noire f2 · Pion blanc sur case blanche g2 · Tour blanche sur case blanche b1 · Dame blanche sur case blanche d1 · Tour blanche sur case noire e1 · Roi blanc sur case noire g1 | Tour noire sur case blanche a8 · Tour noire sur case blanche e8 · Roi noir sur case blanche g8 · Fou noir sur case blanche b7 · Cavalier noir sur case blanche d7 · Dame noire sur case noire g7 · Pion noir sur case blanche a6 · Cavalier noir sur case noire b6 · Pion noir sur case noire d6 · Pion noir sur case noire h6 · Pion noir sur case noire c5 · Pion blanc sur case blanche d5 · Pion noir sur case noire g5 · Pion noir sur case blanche e4 · Cavalier blanc sur case noire f4 · Cavalier blanc sur case noire h4 · Pion noir sur case noire a3 · Pion blanc sur case blanche b3 · Pion blanc sur case blanche h3 · Fou blanc sur case blanche c2 · Pion blanc sur case noire f2 · Pion blanc sur case blanche g2 · Tour blanche sur case blanche b1 · Dame blanche sur case blanche d1 · Tour blanche sur case noire e1 · Roi blanc sur case noire g1 | Tour noire sur case blanche a8 · Tour noire sur case blanche e8 · Roi noir sur case blanche g8 · Fou noir sur case blanche b7 · Cavalier noir sur case blanche d7 · Dame noire sur case noire g7 · Pion noir sur case blanche a6 · Cavalier noir sur case noire b6 · Pion noir sur case noire d6 · Pion noir sur case noire h6 · Pion noir sur case noire c5 · Pion blanc sur case blanche d5 · Pion noir sur case noire g5 · Pion noir sur case blanche e4 · Cavalier blanc sur case noire f4 · Cavalier blanc sur case noire h4 · Pion noir sur case noire a3 · Pion blanc sur case blanche b3 · Pion blanc sur case blanche h3 · Fou blanc sur case blanche c2 · Pion blanc sur case noire f2 · Pion blanc sur case blanche g2 · Tour blanche sur case blanche b1 · Dame blanche sur case blanche d1 · Tour blanche sur case noire e1 · Roi blanc sur case noire g1 | Tour noire sur case blanche a8 · Tour noire sur case blanche e8 · Roi noir sur case blanche g8 · Fou noir sur case blanche b7 · Cavalier noir sur case blanche d7 · Dame noire sur case noire g7 · Pion noir sur case blanche a6 · Cavalier noir sur case noire b6 · Pion noir sur case noire d6 · Pion noir sur case noire h6 · Pion noir sur case noire c5 · Pion blanc sur case blanche d5 · Pion noir sur case noire g5 · Pion noir sur case blanche e4 · Cavalier blanc sur case noire f4 · Cavalier blanc sur case noire h4 · Pion noir sur case noire a3 · Pion blanc sur case blanche b3 · Pion blanc sur case blanche h3 · Fou blanc sur case blanche c2 · Pion blanc sur case noire f2 · Pion blanc sur case blanche g2 · Tour blanche sur case blanche b1 · Dame blanche sur case blanche d1 · Tour blanche sur case noire e1 · Roi blanc sur case noire g1 | 7 |
| 6 | Tour noire sur case blanche a8 · Tour noire sur case blanche e8 · Roi noir sur case blanche g8 · Fou noir sur case blanche b7 · Cavalier noir sur case blanche d7 · Dame noire sur case noire g7 · Pion noir sur case blanche a6 · Cavalier noir sur case noire b6 · Pion noir sur case noire d6 · Pion noir sur case noire h6 · Pion noir sur case noire c5 · Pion blanc sur case blanche d5 · Pion noir sur case noire g5 · Pion noir sur case blanche e4 · Cavalier blanc sur case noire f4 · Cavalier blanc sur case noire h4 · Pion noir sur case noire a3 · Pion blanc sur case blanche b3 · Pion blanc sur case blanche h3 · Fou blanc sur case blanche c2 · Pion blanc sur case noire f2 · Pion blanc sur case blanche g2 · Tour blanche sur case blanche b1 · Dame blanche sur case blanche d1 · Tour blanche sur case noire e1 · Roi blanc sur case noire g1 | Tour noire sur case blanche a8 · Tour noire sur case blanche e8 · Roi noir sur case blanche g8 · Fou noir sur case blanche b7 · Cavalier noir sur case blanche d7 · Dame noire sur case noire g7 · Pion noir sur case blanche a6 · Cavalier noir sur case noire b6 · Pion noir sur case noire d6 · Pion noir sur case noire h6 · Pion noir sur case noire c5 · Pion blanc sur case blanche d5 · Pion noir sur case noire g5 · Pion noir sur case blanche e4 · Cavalier blanc sur case noire f4 · Cavalier blanc sur case noire h4 · Pion noir sur case noire a3 · Pion blanc sur case blanche b3 · Pion blanc sur case blanche h3 · Fou blanc sur case blanche c2 · Pion blanc sur case noire f2 · Pion blanc sur case blanche g2 · Tour blanche sur case blanche b1 · Dame blanche sur case blanche d1 · Tour blanche sur case noire e1 · Roi blanc sur case noire g1 | Tour noire sur case blanche a8 · Tour noire sur case blanche e8 · Roi noir sur case blanche g8 · Fou noir sur case blanche b7 · Cavalier noir sur case blanche d7 · Dame noire sur case noire g7 · Pion noir sur case blanche a6 · Cavalier noir sur case noire b6 · Pion noir sur case noire d6 · Pion noir sur case noire h6 · Pion noir sur case noire c5 · Pion blanc sur case blanche d5 · Pion noir sur case noire g5 · Pion noir sur case blanche e4 · Cavalier blanc sur case noire f4 · Cavalier blanc sur case noire h4 · Pion noir sur case noire a3 · Pion blanc sur case blanche b3 · Pion blanc sur case blanche h3 · Fou blanc sur case blanche c2 · Pion blanc sur case noire f2 · Pion blanc sur case blanche g2 · Tour blanche sur case blanche b1 · Dame blanche sur case blanche d1 · Tour blanche sur case noire e1 · Roi blanc sur case noire g1 | Tour noire sur case blanche a8 · Tour noire sur case blanche e8 · Roi noir sur case blanche g8 · Fou noir sur case blanche b7 · Cavalier noir sur case blanche d7 · Dame noire sur case noire g7 · Pion noir sur case blanche a6 · Cavalier noir sur case noire b6 · Pion noir sur case noire d6 · Pion noir sur case noire h6 · Pion noir sur case noire c5 · Pion blanc sur case blanche d5 · Pion noir sur case noire g5 · Pion noir sur case blanche e4 · Cavalier blanc sur case noire f4 · Cavalier blanc sur case noire h4 · Pion noir sur case noire a3 · Pion blanc sur case blanche b3 · Pion blanc sur case blanche h3 · Fou blanc sur case blanche c2 · Pion blanc sur case noire f2 · Pion blanc sur case blanche g2 · Tour blanche sur case blanche b1 · Dame blanche sur case blanche d1 · Tour blanche sur case noire e1 · Roi blanc sur case noire g1 | Tour noire sur case blanche a8 · Tour noire sur case blanche e8 · Roi noir sur case blanche g8 · Fou noir sur case blanche b7 · Cavalier noir sur case blanche d7 · Dame noire sur case noire g7 · Pion noir sur case blanche a6 · Cavalier noir sur case noire b6 · Pion noir sur case noire d6 · Pion noir sur case noire h6 · Pion noir sur case noire c5 · Pion blanc sur case blanche d5 · Pion noir sur case noire g5 · Pion noir sur case blanche e4 · Cavalier blanc sur case noire f4 · Cavalier blanc sur case noire h4 · Pion noir sur case noire a3 · Pion blanc sur case blanche b3 · Pion blanc sur case blanche h3 · Fou blanc sur case blanche c2 · Pion blanc sur case noire f2 · Pion blanc sur case blanche g2 · Tour blanche sur case blanche b1 · Dame blanche sur case blanche d1 · Tour blanche sur case noire e1 · Roi blanc sur case noire g1 | Tour noire sur case blanche a8 · Tour noire sur case blanche e8 · Roi noir sur case blanche g8 · Fou noir sur case blanche b7 · Cavalier noir sur case blanche d7 · Dame noire sur case noire g7 · Pion noir sur case blanche a6 · Cavalier noir sur case noire b6 · Pion noir sur case noire d6 · Pion noir sur case noire h6 · Pion noir sur case noire c5 · Pion blanc sur case blanche d5 · Pion noir sur case noire g5 · Pion noir sur case blanche e4 · Cavalier blanc sur case noire f4 · Cavalier blanc sur case noire h4 · Pion noir sur case noire a3 · Pion blanc sur case blanche b3 · Pion blanc sur case blanche h3 · Fou blanc sur case blanche c2 · Pion blanc sur case noire f2 · Pion blanc sur case blanche g2 · Tour blanche sur case blanche b1 · Dame blanche sur case blanche d1 · Tour blanche sur case noire e1 · Roi blanc sur case noire g1 | Tour noire sur case blanche a8 · Tour noire sur case blanche e8 · Roi noir sur case blanche g8 · Fou noir sur case blanche b7 · Cavalier noir sur case blanche d7 · Dame noire sur case noire g7 · Pion noir sur case blanche a6 · Cavalier noir sur case noire b6 · Pion noir sur case noire d6 · Pion noir sur case noire h6 · Pion noir sur case noire c5 · Pion blanc sur case blanche d5 · Pion noir sur case noire g5 · Pion noir sur case blanche e4 · Cavalier blanc sur case noire f4 · Cavalier blanc sur case noire h4 · Pion noir sur case noire a3 · Pion blanc sur case blanche b3 · Pion blanc sur case blanche h3 · Fou blanc sur case blanche c2 · Pion blanc sur case noire f2 · Pion blanc sur case blanche g2 · Tour blanche sur case blanche b1 · Dame blanche sur case blanche d1 · Tour blanche sur case noire e1 · Roi blanc sur case noire g1 | Tour noire sur case blanche a8 · Tour noire sur case blanche e8 · Roi noir sur case blanche g8 · Fou noir sur case blanche b7 · Cavalier noir sur case blanche d7 · Dame noire sur case noire g7 · Pion noir sur case blanche a6 · Cavalier noir sur case noire b6 · Pion noir sur case noire d6 · Pion noir sur case noire h6 · Pion noir sur case noire c5 · Pion blanc sur case blanche d5 · Pion noir sur case noire g5 · Pion noir sur case blanche e4 · Cavalier blanc sur case noire f4 · Cavalier blanc sur case noire h4 · Pion noir sur case noire a3 · Pion blanc sur case blanche b3 · Pion blanc sur case blanche h3 · Fou blanc sur case blanche c2 · Pion blanc sur case noire f2 · Pion blanc sur case blanche g2 · Tour blanche sur case blanche b1 · Dame blanche sur case blanche d1 · Tour blanche sur case noire e1 · Roi blanc sur case noire g1 | 6 |
| 5 | Tour noire sur case blanche a8 · Tour noire sur case blanche e8 · Roi noir sur case blanche g8 · Fou noir sur case blanche b7 · Cavalier noir sur case blanche d7 · Dame noire sur case noire g7 · Pion noir sur case blanche a6 · Cavalier noir sur case noire b6 · Pion noir sur case noire d6 · Pion noir sur case noire h6 · Pion noir sur case noire c5 · Pion blanc sur case blanche d5 · Pion noir sur case noire g5 · Pion noir sur case blanche e4 · Cavalier blanc sur case noire f4 · Cavalier blanc sur case noire h4 · Pion noir sur case noire a3 · Pion blanc sur case blanche b3 · Pion blanc sur case blanche h3 · Fou blanc sur case blanche c2 · Pion blanc sur case noire f2 · Pion blanc sur case blanche g2 · Tour blanche sur case blanche b1 · Dame blanche sur case blanche d1 · Tour blanche sur case noire e1 · Roi blanc sur case noire g1 | Tour noire sur case blanche a8 · Tour noire sur case blanche e8 · Roi noir sur case blanche g8 · Fou noir sur case blanche b7 · Cavalier noir sur case blanche d7 · Dame noire sur case noire g7 · Pion noir sur case blanche a6 · Cavalier noir sur case noire b6 · Pion noir sur case noire d6 · Pion noir sur case noire h6 · Pion noir sur case noire c5 · Pion blanc sur case blanche d5 · Pion noir sur case noire g5 · Pion noir sur case blanche e4 · Cavalier blanc sur case noire f4 · Cavalier blanc sur case noire h4 · Pion noir sur case noire a3 · Pion blanc sur case blanche b3 · Pion blanc sur case blanche h3 · Fou blanc sur case blanche c2 · Pion blanc sur case noire f2 · Pion blanc sur case blanche g2 · Tour blanche sur case blanche b1 · Dame blanche sur case blanche d1 · Tour blanche sur case noire e1 · Roi blanc sur case noire g1 | Tour noire sur case blanche a8 · Tour noire sur case blanche e8 · Roi noir sur case blanche g8 · Fou noir sur case blanche b7 · Cavalier noir sur case blanche d7 · Dame noire sur case noire g7 · Pion noir sur case blanche a6 · Cavalier noir sur case noire b6 · Pion noir sur case noire d6 · Pion noir sur case noire h6 · Pion noir sur case noire c5 · Pion blanc sur case blanche d5 · Pion noir sur case noire g5 · Pion noir sur case blanche e4 · Cavalier blanc sur case noire f4 · Cavalier blanc sur case noire h4 · Pion noir sur case noire a3 · Pion blanc sur case blanche b3 · Pion blanc sur case blanche h3 · Fou blanc sur case blanche c2 · Pion blanc sur case noire f2 · Pion blanc sur case blanche g2 · Tour blanche sur case blanche b1 · Dame blanche sur case blanche d1 · Tour blanche sur case noire e1 · Roi blanc sur case noire g1 | Tour noire sur case blanche a8 · Tour noire sur case blanche e8 · Roi noir sur case blanche g8 · Fou noir sur case blanche b7 · Cavalier noir sur case blanche d7 · Dame noire sur case noire g7 · Pion noir sur case blanche a6 · Cavalier noir sur case noire b6 · Pion noir sur case noire d6 · Pion noir sur case noire h6 · Pion noir sur case noire c5 · Pion blanc sur case blanche d5 · Pion noir sur case noire g5 · Pion noir sur case blanche e4 · Cavalier blanc sur case noire f4 · Cavalier blanc sur case noire h4 · Pion noir sur case noire a3 · Pion blanc sur case blanche b3 · Pion blanc sur case blanche h3 · Fou blanc sur case blanche c2 · Pion blanc sur case noire f2 · Pion blanc sur case blanche g2 · Tour blanche sur case blanche b1 · Dame blanche sur case blanche d1 · Tour blanche sur case noire e1 · Roi blanc sur case noire g1 | Tour noire sur case blanche a8 · Tour noire sur case blanche e8 · Roi noir sur case blanche g8 · Fou noir sur case blanche b7 · Cavalier noir sur case blanche d7 · Dame noire sur case noire g7 · Pion noir sur case blanche a6 · Cavalier noir sur case noire b6 · Pion noir sur case noire d6 · Pion noir sur case noire h6 · Pion noir sur case noire c5 · Pion blanc sur case blanche d5 · Pion noir sur case noire g5 · Pion noir sur case blanche e4 · Cavalier blanc sur case noire f4 · Cavalier blanc sur case noire h4 · Pion noir sur case noire a3 · Pion blanc sur case blanche b3 · Pion blanc sur case blanche h3 · Fou blanc sur case blanche c2 · Pion blanc sur case noire f2 · Pion blanc sur case blanche g2 · Tour blanche sur case blanche b1 · Dame blanche sur case blanche d1 · Tour blanche sur case noire e1 · Roi blanc sur case noire g1 | Tour noire sur case blanche a8 · Tour noire sur case blanche e8 · Roi noir sur case blanche g8 · Fou noir sur case blanche b7 · Cavalier noir sur case blanche d7 · Dame noire sur case noire g7 · Pion noir sur case blanche a6 · Cavalier noir sur case noire b6 · Pion noir sur case noire d6 · Pion noir sur case noire h6 · Pion noir sur case noire c5 · Pion blanc sur case blanche d5 · Pion noir sur case noire g5 · Pion noir sur case blanche e4 · Cavalier blanc sur case noire f4 · Cavalier blanc sur case noire h4 · Pion noir sur case noire a3 · Pion blanc sur case blanche b3 · Pion blanc sur case blanche h3 · Fou blanc sur case blanche c2 · Pion blanc sur case noire f2 · Pion blanc sur case blanche g2 · Tour blanche sur case blanche b1 · Dame blanche sur case blanche d1 · Tour blanche sur case noire e1 · Roi blanc sur case noire g1 | Tour noire sur case blanche a8 · Tour noire sur case blanche e8 · Roi noir sur case blanche g8 · Fou noir sur case blanche b7 · Cavalier noir sur case blanche d7 · Dame noire sur case noire g7 · Pion noir sur case blanche a6 · Cavalier noir sur case noire b6 · Pion noir sur case noire d6 · Pion noir sur case noire h6 · Pion noir sur case noire c5 · Pion blanc sur case blanche d5 · Pion noir sur case noire g5 · Pion noir sur case blanche e4 · Cavalier blanc sur case noire f4 · Cavalier blanc sur case noire h4 · Pion noir sur case noire a3 · Pion blanc sur case blanche b3 · Pion blanc sur case blanche h3 · Fou blanc sur case blanche c2 · Pion blanc sur case noire f2 · Pion blanc sur case blanche g2 · Tour blanche sur case blanche b1 · Dame blanche sur case blanche d1 · Tour blanche sur case noire e1 · Roi blanc sur case noire g1 | Tour noire sur case blanche a8 · Tour noire sur case blanche e8 · Roi noir sur case blanche g8 · Fou noir sur case blanche b7 · Cavalier noir sur case blanche d7 · Dame noire sur case noire g7 · Pion noir sur case blanche a6 · Cavalier noir sur case noire b6 · Pion noir sur case noire d6 · Pion noir sur case noire h6 · Pion noir sur case noire c5 · Pion blanc sur case blanche d5 · Pion noir sur case noire g5 · Pion noir sur case blanche e4 · Cavalier blanc sur case noire f4 · Cavalier blanc sur case noire h4 · Pion noir sur case noire a3 · Pion blanc sur case blanche b3 · Pion blanc sur case blanche h3 · Fou blanc sur case blanche c2 · Pion blanc sur case noire f2 · Pion blanc sur case blanche g2 · Tour blanche sur case blanche b1 · Dame blanche sur case blanche d1 · Tour blanche sur case noire e1 · Roi blanc sur case noire g1 | 5 |
| 4 | Tour noire sur case blanche a8 · Tour noire sur case blanche e8 · Roi noir sur case blanche g8 · Fou noir sur case blanche b7 · Cavalier noir sur case blanche d7 · Dame noire sur case noire g7 · Pion noir sur case blanche a6 · Cavalier noir sur case noire b6 · Pion noir sur case noire d6 · Pion noir sur case noire h6 · Pion noir sur case noire c5 · Pion blanc sur case blanche d5 · Pion noir sur case noire g5 · Pion noir sur case blanche e4 · Cavalier blanc sur case noire f4 · Cavalier blanc sur case noire h4 · Pion noir sur case noire a3 · Pion blanc sur case blanche b3 · Pion blanc sur case blanche h3 · Fou blanc sur case blanche c2 · Pion blanc sur case noire f2 · Pion blanc sur case blanche g2 · Tour blanche sur case blanche b1 · Dame blanche sur case blanche d1 · Tour blanche sur case noire e1 · Roi blanc sur case noire g1 | Tour noire sur case blanche a8 · Tour noire sur case blanche e8 · Roi noir sur case blanche g8 · Fou noir sur case blanche b7 · Cavalier noir sur case blanche d7 · Dame noire sur case noire g7 · Pion noir sur case blanche a6 · Cavalier noir sur case noire b6 · Pion noir sur case noire d6 · Pion noir sur case noire h6 · Pion noir sur case noire c5 · Pion blanc sur case blanche d5 · Pion noir sur case noire g5 · Pion noir sur case blanche e4 · Cavalier blanc sur case noire f4 · Cavalier blanc sur case noire h4 · Pion noir sur case noire a3 · Pion blanc sur case blanche b3 · Pion blanc sur case blanche h3 · Fou blanc sur case blanche c2 · Pion blanc sur case noire f2 · Pion blanc sur case blanche g2 · Tour blanche sur case blanche b1 · Dame blanche sur case blanche d1 · Tour blanche sur case noire e1 · Roi blanc sur case noire g1 | Tour noire sur case blanche a8 · Tour noire sur case blanche e8 · Roi noir sur case blanche g8 · Fou noir sur case blanche b7 · Cavalier noir sur case blanche d7 · Dame noire sur case noire g7 · Pion noir sur case blanche a6 · Cavalier noir sur case noire b6 · Pion noir sur case noire d6 · Pion noir sur case noire h6 · Pion noir sur case noire c5 · Pion blanc sur case blanche d5 · Pion noir sur case noire g5 · Pion noir sur case blanche e4 · Cavalier blanc sur case noire f4 · Cavalier blanc sur case noire h4 · Pion noir sur case noire a3 · Pion blanc sur case blanche b3 · Pion blanc sur case blanche h3 · Fou blanc sur case blanche c2 · Pion blanc sur case noire f2 · Pion blanc sur case blanche g2 · Tour blanche sur case blanche b1 · Dame blanche sur case blanche d1 · Tour blanche sur case noire e1 · Roi blanc sur case noire g1 | Tour noire sur case blanche a8 · Tour noire sur case blanche e8 · Roi noir sur case blanche g8 · Fou noir sur case blanche b7 · Cavalier noir sur case blanche d7 · Dame noire sur case noire g7 · Pion noir sur case blanche a6 · Cavalier noir sur case noire b6 · Pion noir sur case noire d6 · Pion noir sur case noire h6 · Pion noir sur case noire c5 · Pion blanc sur case blanche d5 · Pion noir sur case noire g5 · Pion noir sur case blanche e4 · Cavalier blanc sur case noire f4 · Cavalier blanc sur case noire h4 · Pion noir sur case noire a3 · Pion blanc sur case blanche b3 · Pion blanc sur case blanche h3 · Fou blanc sur case blanche c2 · Pion blanc sur case noire f2 · Pion blanc sur case blanche g2 · Tour blanche sur case blanche b1 · Dame blanche sur case blanche d1 · Tour blanche sur case noire e1 · Roi blanc sur case noire g1 | Tour noire sur case blanche a8 · Tour noire sur case blanche e8 · Roi noir sur case blanche g8 · Fou noir sur case blanche b7 · Cavalier noir sur case blanche d7 · Dame noire sur case noire g7 · Pion noir sur case blanche a6 · Cavalier noir sur case noire b6 · Pion noir sur case noire d6 · Pion noir sur case noire h6 · Pion noir sur case noire c5 · Pion blanc sur case blanche d5 · Pion noir sur case noire g5 · Pion noir sur case blanche e4 · Cavalier blanc sur case noire f4 · Cavalier blanc sur case noire h4 · Pion noir sur case noire a3 · Pion blanc sur case blanche b3 · Pion blanc sur case blanche h3 · Fou blanc sur case blanche c2 · Pion blanc sur case noire f2 · Pion blanc sur case blanche g2 · Tour blanche sur case blanche b1 · Dame blanche sur case blanche d1 · Tour blanche sur case noire e1 · Roi blanc sur case noire g1 | Tour noire sur case blanche a8 · Tour noire sur case blanche e8 · Roi noir sur case blanche g8 · Fou noir sur case blanche b7 · Cavalier noir sur case blanche d7 · Dame noire sur case noire g7 · Pion noir sur case blanche a6 · Cavalier noir sur case noire b6 · Pion noir sur case noire d6 · Pion noir sur case noire h6 · Pion noir sur case noire c5 · Pion blanc sur case blanche d5 · Pion noir sur case noire g5 · Pion noir sur case blanche e4 · Cavalier blanc sur case noire f4 · Cavalier blanc sur case noire h4 · Pion noir sur case noire a3 · Pion blanc sur case blanche b3 · Pion blanc sur case blanche h3 · Fou blanc sur case blanche c2 · Pion blanc sur case noire f2 · Pion blanc sur case blanche g2 · Tour blanche sur case blanche b1 · Dame blanche sur case blanche d1 · Tour blanche sur case noire e1 · Roi blanc sur case noire g1 | Tour noire sur case blanche a8 · Tour noire sur case blanche e8 · Roi noir sur case blanche g8 · Fou noir sur case blanche b7 · Cavalier noir sur case blanche d7 · Dame noire sur case noire g7 · Pion noir sur case blanche a6 · Cavalier noir sur case noire b6 · Pion noir sur case noire d6 · Pion noir sur case noire h6 · Pion noir sur case noire c5 · Pion blanc sur case blanche d5 · Pion noir sur case noire g5 · Pion noir sur case blanche e4 · Cavalier blanc sur case noire f4 · Cavalier blanc sur case noire h4 · Pion noir sur case noire a3 · Pion blanc sur case blanche b3 · Pion blanc sur case blanche h3 · Fou blanc sur case blanche c2 · Pion blanc sur case noire f2 · Pion blanc sur case blanche g2 · Tour blanche sur case blanche b1 · Dame blanche sur case blanche d1 · Tour blanche sur case noire e1 · Roi blanc sur case noire g1 | Tour noire sur case blanche a8 · Tour noire sur case blanche e8 · Roi noir sur case blanche g8 · Fou noir sur case blanche b7 · Cavalier noir sur case blanche d7 · Dame noire sur case noire g7 · Pion noir sur case blanche a6 · Cavalier noir sur case noire b6 · Pion noir sur case noire d6 · Pion noir sur case noire h6 · Pion noir sur case noire c5 · Pion blanc sur case blanche d5 · Pion noir sur case noire g5 · Pion noir sur case blanche e4 · Cavalier blanc sur case noire f4 · Cavalier blanc sur case noire h4 · Pion noir sur case noire a3 · Pion blanc sur case blanche b3 · Pion blanc sur case blanche h3 · Fou blanc sur case blanche c2 · Pion blanc sur case noire f2 · Pion blanc sur case blanche g2 · Tour blanche sur case blanche b1 · Dame blanche sur case blanche d1 · Tour blanche sur case noire e1 · Roi blanc sur case noire g1 | 4 |
| 3 | Tour noire sur case blanche a8 · Tour noire sur case blanche e8 · Roi noir sur case blanche g8 · Fou noir sur case blanche b7 · Cavalier noir sur case blanche d7 · Dame noire sur case noire g7 · Pion noir sur case blanche a6 · Cavalier noir sur case noire b6 · Pion noir sur case noire d6 · Pion noir sur case noire h6 · Pion noir sur case noire c5 · Pion blanc sur case blanche d5 · Pion noir sur case noire g5 · Pion noir sur case blanche e4 · Cavalier blanc sur case noire f4 · Cavalier blanc sur case noire h4 · Pion noir sur case noire a3 · Pion blanc sur case blanche b3 · Pion blanc sur case blanche h3 · Fou blanc sur case blanche c2 · Pion blanc sur case noire f2 · Pion blanc sur case blanche g2 · Tour blanche sur case blanche b1 · Dame blanche sur case blanche d1 · Tour blanche sur case noire e1 · Roi blanc sur case noire g1 | Tour noire sur case blanche a8 · Tour noire sur case blanche e8 · Roi noir sur case blanche g8 · Fou noir sur case blanche b7 · Cavalier noir sur case blanche d7 · Dame noire sur case noire g7 · Pion noir sur case blanche a6 · Cavalier noir sur case noire b6 · Pion noir sur case noire d6 · Pion noir sur case noire h6 · Pion noir sur case noire c5 · Pion blanc sur case blanche d5 · Pion noir sur case noire g5 · Pion noir sur case blanche e4 · Cavalier blanc sur case noire f4 · Cavalier blanc sur case noire h4 · Pion noir sur case noire a3 · Pion blanc sur case blanche b3 · Pion blanc sur case blanche h3 · Fou blanc sur case blanche c2 · Pion blanc sur case noire f2 · Pion blanc sur case blanche g2 · Tour blanche sur case blanche b1 · Dame blanche sur case blanche d1 · Tour blanche sur case noire e1 · Roi blanc sur case noire g1 | Tour noire sur case blanche a8 · Tour noire sur case blanche e8 · Roi noir sur case blanche g8 · Fou noir sur case blanche b7 · Cavalier noir sur case blanche d7 · Dame noire sur case noire g7 · Pion noir sur case blanche a6 · Cavalier noir sur case noire b6 · Pion noir sur case noire d6 · Pion noir sur case noire h6 · Pion noir sur case noire c5 · Pion blanc sur case blanche d5 · Pion noir sur case noire g5 · Pion noir sur case blanche e4 · Cavalier blanc sur case noire f4 · Cavalier blanc sur case noire h4 · Pion noir sur case noire a3 · Pion blanc sur case blanche b3 · Pion blanc sur case blanche h3 · Fou blanc sur case blanche c2 · Pion blanc sur case noire f2 · Pion blanc sur case blanche g2 · Tour blanche sur case blanche b1 · Dame blanche sur case blanche d1 · Tour blanche sur case noire e1 · Roi blanc sur case noire g1 | Tour noire sur case blanche a8 · Tour noire sur case blanche e8 · Roi noir sur case blanche g8 · Fou noir sur case blanche b7 · Cavalier noir sur case blanche d7 · Dame noire sur case noire g7 · Pion noir sur case blanche a6 · Cavalier noir sur case noire b6 · Pion noir sur case noire d6 · Pion noir sur case noire h6 · Pion noir sur case noire c5 · Pion blanc sur case blanche d5 · Pion noir sur case noire g5 · Pion noir sur case blanche e4 · Cavalier blanc sur case noire f4 · Cavalier blanc sur case noire h4 · Pion noir sur case noire a3 · Pion blanc sur case blanche b3 · Pion blanc sur case blanche h3 · Fou blanc sur case blanche c2 · Pion blanc sur case noire f2 · Pion blanc sur case blanche g2 · Tour blanche sur case blanche b1 · Dame blanche sur case blanche d1 · Tour blanche sur case noire e1 · Roi blanc sur case noire g1 | Tour noire sur case blanche a8 · Tour noire sur case blanche e8 · Roi noir sur case blanche g8 · Fou noir sur case blanche b7 · Cavalier noir sur case blanche d7 · Dame noire sur case noire g7 · Pion noir sur case blanche a6 · Cavalier noir sur case noire b6 · Pion noir sur case noire d6 · Pion noir sur case noire h6 · Pion noir sur case noire c5 · Pion blanc sur case blanche d5 · Pion noir sur case noire g5 · Pion noir sur case blanche e4 · Cavalier blanc sur case noire f4 · Cavalier blanc sur case noire h4 · Pion noir sur case noire a3 · Pion blanc sur case blanche b3 · Pion blanc sur case blanche h3 · Fou blanc sur case blanche c2 · Pion blanc sur case noire f2 · Pion blanc sur case blanche g2 · Tour blanche sur case blanche b1 · Dame blanche sur case blanche d1 · Tour blanche sur case noire e1 · Roi blanc sur case noire g1 | Tour noire sur case blanche a8 · Tour noire sur case blanche e8 · Roi noir sur case blanche g8 · Fou noir sur case blanche b7 · Cavalier noir sur case blanche d7 · Dame noire sur case noire g7 · Pion noir sur case blanche a6 · Cavalier noir sur case noire b6 · Pion noir sur case noire d6 · Pion noir sur case noire h6 · Pion noir sur case noire c5 · Pion blanc sur case blanche d5 · Pion noir sur case noire g5 · Pion noir sur case blanche e4 · Cavalier blanc sur case noire f4 · Cavalier blanc sur case noire h4 · Pion noir sur case noire a3 · Pion blanc sur case blanche b3 · Pion blanc sur case blanche h3 · Fou blanc sur case blanche c2 · Pion blanc sur case noire f2 · Pion blanc sur case blanche g2 · Tour blanche sur case blanche b1 · Dame blanche sur case blanche d1 · Tour blanche sur case noire e1 · Roi blanc sur case noire g1 | Tour noire sur case blanche a8 · Tour noire sur case blanche e8 · Roi noir sur case blanche g8 · Fou noir sur case blanche b7 · Cavalier noir sur case blanche d7 · Dame noire sur case noire g7 · Pion noir sur case blanche a6 · Cavalier noir sur case noire b6 · Pion noir sur case noire d6 · Pion noir sur case noire h6 · Pion noir sur case noire c5 · Pion blanc sur case blanche d5 · Pion noir sur case noire g5 · Pion noir sur case blanche e4 · Cavalier blanc sur case noire f4 · Cavalier blanc sur case noire h4 · Pion noir sur case noire a3 · Pion blanc sur case blanche b3 · Pion blanc sur case blanche h3 · Fou blanc sur case blanche c2 · Pion blanc sur case noire f2 · Pion blanc sur case blanche g2 · Tour blanche sur case blanche b1 · Dame blanche sur case blanche d1 · Tour blanche sur case noire e1 · Roi blanc sur case noire g1 | Tour noire sur case blanche a8 · Tour noire sur case blanche e8 · Roi noir sur case blanche g8 · Fou noir sur case blanche b7 · Cavalier noir sur case blanche d7 · Dame noire sur case noire g7 · Pion noir sur case blanche a6 · Cavalier noir sur case noire b6 · Pion noir sur case noire d6 · Pion noir sur case noire h6 · Pion noir sur case noire c5 · Pion blanc sur case blanche d5 · Pion noir sur case noire g5 · Pion noir sur case blanche e4 · Cavalier blanc sur case noire f4 · Cavalier blanc sur case noire h4 · Pion noir sur case noire a3 · Pion blanc sur case blanche b3 · Pion blanc sur case blanche h3 · Fou blanc sur case blanche c2 · Pion blanc sur case noire f2 · Pion blanc sur case blanche g2 · Tour blanche sur case blanche b1 · Dame blanche sur case blanche d1 · Tour blanche sur case noire e1 · Roi blanc sur case noire g1 | 3 |
| 2 | Tour noire sur case blanche a8 · Tour noire sur case blanche e8 · Roi noir sur case blanche g8 · Fou noir sur case blanche b7 · Cavalier noir sur case blanche d7 · Dame noire sur case noire g7 · Pion noir sur case blanche a6 · Cavalier noir sur case noire b6 · Pion noir sur case noire d6 · Pion noir sur case noire h6 · Pion noir sur case noire c5 · Pion blanc sur case blanche d5 · Pion noir sur case noire g5 · Pion noir sur case blanche e4 · Cavalier blanc sur case noire f4 · Cavalier blanc sur case noire h4 · Pion noir sur case noire a3 · Pion blanc sur case blanche b3 · Pion blanc sur case blanche h3 · Fou blanc sur case blanche c2 · Pion blanc sur case noire f2 · Pion blanc sur case blanche g2 · Tour blanche sur case blanche b1 · Dame blanche sur case blanche d1 · Tour blanche sur case noire e1 · Roi blanc sur case noire g1 | Tour noire sur case blanche a8 · Tour noire sur case blanche e8 · Roi noir sur case blanche g8 · Fou noir sur case blanche b7 · Cavalier noir sur case blanche d7 · Dame noire sur case noire g7 · Pion noir sur case blanche a6 · Cavalier noir sur case noire b6 · Pion noir sur case noire d6 · Pion noir sur case noire h6 · Pion noir sur case noire c5 · Pion blanc sur case blanche d5 · Pion noir sur case noire g5 · Pion noir sur case blanche e4 · Cavalier blanc sur case noire f4 · Cavalier blanc sur case noire h4 · Pion noir sur case noire a3 · Pion blanc sur case blanche b3 · Pion blanc sur case blanche h3 · Fou blanc sur case blanche c2 · Pion blanc sur case noire f2 · Pion blanc sur case blanche g2 · Tour blanche sur case blanche b1 · Dame blanche sur case blanche d1 · Tour blanche sur case noire e1 · Roi blanc sur case noire g1 | Tour noire sur case blanche a8 · Tour noire sur case blanche e8 · Roi noir sur case blanche g8 · Fou noir sur case blanche b7 · Cavalier noir sur case blanche d7 · Dame noire sur case noire g7 · Pion noir sur case blanche a6 · Cavalier noir sur case noire b6 · Pion noir sur case noire d6 · Pion noir sur case noire h6 · Pion noir sur case noire c5 · Pion blanc sur case blanche d5 · Pion noir sur case noire g5 · Pion noir sur case blanche e4 · Cavalier blanc sur case noire f4 · Cavalier blanc sur case noire h4 · Pion noir sur case noire a3 · Pion blanc sur case blanche b3 · Pion blanc sur case blanche h3 · Fou blanc sur case blanche c2 · Pion blanc sur case noire f2 · Pion blanc sur case blanche g2 · Tour blanche sur case blanche b1 · Dame blanche sur case blanche d1 · Tour blanche sur case noire e1 · Roi blanc sur case noire g1 | Tour noire sur case blanche a8 · Tour noire sur case blanche e8 · Roi noir sur case blanche g8 · Fou noir sur case blanche b7 · Cavalier noir sur case blanche d7 · Dame noire sur case noire g7 · Pion noir sur case blanche a6 · Cavalier noir sur case noire b6 · Pion noir sur case noire d6 · Pion noir sur case noire h6 · Pion noir sur case noire c5 · Pion blanc sur case blanche d5 · Pion noir sur case noire g5 · Pion noir sur case blanche e4 · Cavalier blanc sur case noire f4 · Cavalier blanc sur case noire h4 · Pion noir sur case noire a3 · Pion blanc sur case blanche b3 · Pion blanc sur case blanche h3 · Fou blanc sur case blanche c2 · Pion blanc sur case noire f2 · Pion blanc sur case blanche g2 · Tour blanche sur case blanche b1 · Dame blanche sur case blanche d1 · Tour blanche sur case noire e1 · Roi blanc sur case noire g1 | Tour noire sur case blanche a8 · Tour noire sur case blanche e8 · Roi noir sur case blanche g8 · Fou noir sur case blanche b7 · Cavalier noir sur case blanche d7 · Dame noire sur case noire g7 · Pion noir sur case blanche a6 · Cavalier noir sur case noire b6 · Pion noir sur case noire d6 · Pion noir sur case noire h6 · Pion noir sur case noire c5 · Pion blanc sur case blanche d5 · Pion noir sur case noire g5 · Pion noir sur case blanche e4 · Cavalier blanc sur case noire f4 · Cavalier blanc sur case noire h4 · Pion noir sur case noire a3 · Pion blanc sur case blanche b3 · Pion blanc sur case blanche h3 · Fou blanc sur case blanche c2 · Pion blanc sur case noire f2 · Pion blanc sur case blanche g2 · Tour blanche sur case blanche b1 · Dame blanche sur case blanche d1 · Tour blanche sur case noire e1 · Roi blanc sur case noire g1 | Tour noire sur case blanche a8 · Tour noire sur case blanche e8 · Roi noir sur case blanche g8 · Fou noir sur case blanche b7 · Cavalier noir sur case blanche d7 · Dame noire sur case noire g7 · Pion noir sur case blanche a6 · Cavalier noir sur case noire b6 · Pion noir sur case noire d6 · Pion noir sur case noire h6 · Pion noir sur case noire c5 · Pion blanc sur case blanche d5 · Pion noir sur case noire g5 · Pion noir sur case blanche e4 · Cavalier blanc sur case noire f4 · Cavalier blanc sur case noire h4 · Pion noir sur case noire a3 · Pion blanc sur case blanche b3 · Pion blanc sur case blanche h3 · Fou blanc sur case blanche c2 · Pion blanc sur case noire f2 · Pion blanc sur case blanche g2 · Tour blanche sur case blanche b1 · Dame blanche sur case blanche d1 · Tour blanche sur case noire e1 · Roi blanc sur case noire g1 | Tour noire sur case blanche a8 · Tour noire sur case blanche e8 · Roi noir sur case blanche g8 · Fou noir sur case blanche b7 · Cavalier noir sur case blanche d7 · Dame noire sur case noire g7 · Pion noir sur case blanche a6 · Cavalier noir sur case noire b6 · Pion noir sur case noire d6 · Pion noir sur case noire h6 · Pion noir sur case noire c5 · Pion blanc sur case blanche d5 · Pion noir sur case noire g5 · Pion noir sur case blanche e4 · Cavalier blanc sur case noire f4 · Cavalier blanc sur case noire h4 · Pion noir sur case noire a3 · Pion blanc sur case blanche b3 · Pion blanc sur case blanche h3 · Fou blanc sur case blanche c2 · Pion blanc sur case noire f2 · Pion blanc sur case blanche g2 · Tour blanche sur case blanche b1 · Dame blanche sur case blanche d1 · Tour blanche sur case noire e1 · Roi blanc sur case noire g1 | Tour noire sur case blanche a8 · Tour noire sur case blanche e8 · Roi noir sur case blanche g8 · Fou noir sur case blanche b7 · Cavalier noir sur case blanche d7 · Dame noire sur case noire g7 · Pion noir sur case blanche a6 · Cavalier noir sur case noire b6 · Pion noir sur case noire d6 · Pion noir sur case noire h6 · Pion noir sur case noire c5 · Pion blanc sur case blanche d5 · Pion noir sur case noire g5 · Pion noir sur case blanche e4 · Cavalier blanc sur case noire f4 · Cavalier blanc sur case noire h4 · Pion noir sur case noire a3 · Pion blanc sur case blanche b3 · Pion blanc sur case blanche h3 · Fou blanc sur case blanche c2 · Pion blanc sur case noire f2 · Pion blanc sur case blanche g2 · Tour blanche sur case blanche b1 · Dame blanche sur case blanche d1 · Tour blanche sur case noire e1 · Roi blanc sur case noire g1 | 2 |
| 1 | Tour noire sur case blanche a8 · Tour noire sur case blanche e8 · Roi noir sur case blanche g8 · Fou noir sur case blanche b7 · Cavalier noir sur case blanche d7 · Dame noire sur case noire g7 · Pion noir sur case blanche a6 · Cavalier noir sur case noire b6 · Pion noir sur case noire d6 · Pion noir sur case noire h6 · Pion noir sur case noire c5 · Pion blanc sur case blanche d5 · Pion noir sur case noire g5 · Pion noir sur case blanche e4 · Cavalier blanc sur case noire f4 · Cavalier blanc sur case noire h4 · Pion noir sur case noire a3 · Pion blanc sur case blanche b3 · Pion blanc sur case blanche h3 · Fou blanc sur case blanche c2 · Pion blanc sur case noire f2 · Pion blanc sur case blanche g2 · Tour blanche sur case blanche b1 · Dame blanche sur case blanche d1 · Tour blanche sur case noire e1 · Roi blanc sur case noire g1 | Tour noire sur case blanche a8 · Tour noire sur case blanche e8 · Roi noir sur case blanche g8 · Fou noir sur case blanche b7 · Cavalier noir sur case blanche d7 · Dame noire sur case noire g7 · Pion noir sur case blanche a6 · Cavalier noir sur case noire b6 · Pion noir sur case noire d6 · Pion noir sur case noire h6 · Pion noir sur case noire c5 · Pion blanc sur case blanche d5 · Pion noir sur case noire g5 · Pion noir sur case blanche e4 · Cavalier blanc sur case noire f4 · Cavalier blanc sur case noire h4 · Pion noir sur case noire a3 · Pion blanc sur case blanche b3 · Pion blanc sur case blanche h3 · Fou blanc sur case blanche c2 · Pion blanc sur case noire f2 · Pion blanc sur case blanche g2 · Tour blanche sur case blanche b1 · Dame blanche sur case blanche d1 · Tour blanche sur case noire e1 · Roi blanc sur case noire g1 | Tour noire sur case blanche a8 · Tour noire sur case blanche e8 · Roi noir sur case blanche g8 · Fou noir sur case blanche b7 · Cavalier noir sur case blanche d7 · Dame noire sur case noire g7 · Pion noir sur case blanche a6 · Cavalier noir sur case noire b6 · Pion noir sur case noire d6 · Pion noir sur case noire h6 · Pion noir sur case noire c5 · Pion blanc sur case blanche d5 · Pion noir sur case noire g5 · Pion noir sur case blanche e4 · Cavalier blanc sur case noire f4 · Cavalier blanc sur case noire h4 · Pion noir sur case noire a3 · Pion blanc sur case blanche b3 · Pion blanc sur case blanche h3 · Fou blanc sur case blanche c2 · Pion blanc sur case noire f2 · Pion blanc sur case blanche g2 · Tour blanche sur case blanche b1 · Dame blanche sur case blanche d1 · Tour blanche sur case noire e1 · Roi blanc sur case noire g1 | Tour noire sur case blanche a8 · Tour noire sur case blanche e8 · Roi noir sur case blanche g8 · Fou noir sur case blanche b7 · Cavalier noir sur case blanche d7 · Dame noire sur case noire g7 · Pion noir sur case blanche a6 · Cavalier noir sur case noire b6 · Pion noir sur case noire d6 · Pion noir sur case noire h6 · Pion noir sur case noire c5 · Pion blanc sur case blanche d5 · Pion noir sur case noire g5 · Pion noir sur case blanche e4 · Cavalier blanc sur case noire f4 · Cavalier blanc sur case noire h4 · Pion noir sur case noire a3 · Pion blanc sur case blanche b3 · Pion blanc sur case blanche h3 · Fou blanc sur case blanche c2 · Pion blanc sur case noire f2 · Pion blanc sur case blanche g2 · Tour blanche sur case blanche b1 · Dame blanche sur case blanche d1 · Tour blanche sur case noire e1 · Roi blanc sur case noire g1 | Tour noire sur case blanche a8 · Tour noire sur case blanche e8 · Roi noir sur case blanche g8 · Fou noir sur case blanche b7 · Cavalier noir sur case blanche d7 · Dame noire sur case noire g7 · Pion noir sur case blanche a6 · Cavalier noir sur case noire b6 · Pion noir sur case noire d6 · Pion noir sur case noire h6 · Pion noir sur case noire c5 · Pion blanc sur case blanche d5 · Pion noir sur case noire g5 · Pion noir sur case blanche e4 · Cavalier blanc sur case noire f4 · Cavalier blanc sur case noire h4 · Pion noir sur case noire a3 · Pion blanc sur case blanche b3 · Pion blanc sur case blanche h3 · Fou blanc sur case blanche c2 · Pion blanc sur case noire f2 · Pion blanc sur case blanche g2 · Tour blanche sur case blanche b1 · Dame blanche sur case blanche d1 · Tour blanche sur case noire e1 · Roi blanc sur case noire g1 | Tour noire sur case blanche a8 · Tour noire sur case blanche e8 · Roi noir sur case blanche g8 · Fou noir sur case blanche b7 · Cavalier noir sur case blanche d7 · Dame noire sur case noire g7 · Pion noir sur case blanche a6 · Cavalier noir sur case noire b6 · Pion noir sur case noire d6 · Pion noir sur case noire h6 · Pion noir sur case noire c5 · Pion blanc sur case blanche d5 · Pion noir sur case noire g5 · Pion noir sur case blanche e4 · Cavalier blanc sur case noire f4 · Cavalier blanc sur case noire h4 · Pion noir sur case noire a3 · Pion blanc sur case blanche b3 · Pion blanc sur case blanche h3 · Fou blanc sur case blanche c2 · Pion blanc sur case noire f2 · Pion blanc sur case blanche g2 · Tour blanche sur case blanche b1 · Dame blanche sur case blanche d1 · Tour blanche sur case noire e1 · Roi blanc sur case noire g1 | Tour noire sur case blanche a8 · Tour noire sur case blanche e8 · Roi noir sur case blanche g8 · Fou noir sur case blanche b7 · Cavalier noir sur case blanche d7 · Dame noire sur case noire g7 · Pion noir sur case blanche a6 · Cavalier noir sur case noire b6 · Pion noir sur case noire d6 · Pion noir sur case noire h6 · Pion noir sur case noire c5 · Pion blanc sur case blanche d5 · Pion noir sur case noire g5 · Pion noir sur case blanche e4 · Cavalier blanc sur case noire f4 · Cavalier blanc sur case noire h4 · Pion noir sur case noire a3 · Pion blanc sur case blanche b3 · Pion blanc sur case blanche h3 · Fou blanc sur case blanche c2 · Pion blanc sur case noire f2 · Pion blanc sur case blanche g2 · Tour blanche sur case blanche b1 · Dame blanche sur case blanche d1 · Tour blanche sur case noire e1 · Roi blanc sur case noire g1 | Tour noire sur case blanche a8 · Tour noire sur case blanche e8 · Roi noir sur case blanche g8 · Fou noir sur case blanche b7 · Cavalier noir sur case blanche d7 · Dame noire sur case noire g7 · Pion noir sur case blanche a6 · Cavalier noir sur case noire b6 · Pion noir sur case noire d6 · Pion noir sur case noire h6 · Pion noir sur case noire c5 · Pion blanc sur case blanche d5 · Pion noir sur case noire g5 · Pion noir sur case blanche e4 · Cavalier blanc sur case noire f4 · Cavalier blanc sur case noire h4 · Pion noir sur case noire a3 · Pion blanc sur case blanche b3 · Pion blanc sur case blanche h3 · Fou blanc sur case blanche c2 · Pion blanc sur case noire f2 · Pion blanc sur case blanche g2 · Tour blanche sur case blanche b1 · Dame blanche sur case blanche d1 · Tour blanche sur case noire e1 · Roi blanc sur case noire g1 | 1 |
|   | a | b | c | d | e | f | g | h |   |

9 septembre. Après 22...b4 l'avantage n'était pas défini (Chandler). 
Fischer–Spassky, partie  5 ; Partie espagnole, variante Breyer (ECO C95) 

1.e4 e5 2.Cf3 Cc6 3.Fb5 a6 4.Fa4 Cf6 5.0-0 Fe7 6.Te1 b5 7.Fb3 d6 8.c3 0-0 9.h3 Cb8 10.d4 Cbd7 11.Cbd2 Fb7 12.Fc2 Te8 13.Cf1 Ff8 14.Cg3 g6 15.Fg5 h6 16.Fd2 exd4 17.cxd4 c5 18.d5 Cb6 19.Fa5 Cfd7 20.b3 Fg7 21.Tc1 Df6 22.Tb1 b4 23.Ce2 De7 24.a3 bxa3 25.Fc3 f5 26.Fxg7 Dxg7 27.Cf4 fxe4 28.Ch4 g5 (diagramme) 29.Ce6 Df6 30.Dg4 Cxd5 31.Cxg5 hxg5 32.Dxd7 Cb4 33.Dxb7 Cxc2 34.Txe4 a2 35.Tf1 Cb4 36.Tg4 a1=D 37.Txa1 Dxa1+ 38.Rh2 Dg7 39.Df3 De5+ 40.g3 Tf8 41.Dg2 Df6 42.f4 Ta7 43.Txg5+ Tg7 44.Th5 De6 45.g4 Txf4 0–1

#### Partie 6: Spassky ½ Fischer ½ (Gambit dame accepté classique)
|   | a | b | c | d | e | f | g | h |   |
| 8 | Tour noire sur case blanche a8 · Tour noire sur case noire b8 · Cavalier noir sur case blanche d7 · Roi noir sur case noire e7 · Pion noir sur case blanche f7 · Pion noir sur case noire g7 · Pion noir sur case blanche h7 · Pion noir sur case blanche a6 · Pion noir sur case blanche e6 · Cavalier noir sur case noire f6 · Fou noir sur case noire c5 · Fou noir sur case blanche d5 · Cavalier blanc sur case noire e5 · Tour blanche sur case blanche a4 · Pion blanc sur case blanche b3 · Pion blanc sur case noire e3 · Fou blanc sur case noire b2 · Cavalier blanc sur case noire d2 · Fou blanc sur case blanche e2 · Pion blanc sur case noire f2 · Pion blanc sur case blanche g2 · Pion blanc sur case noire h2 · Tour blanche sur case noire c1 · Roi blanc sur case noire g1 | Tour noire sur case blanche a8 · Tour noire sur case noire b8 · Cavalier noir sur case blanche d7 · Roi noir sur case noire e7 · Pion noir sur case blanche f7 · Pion noir sur case noire g7 · Pion noir sur case blanche h7 · Pion noir sur case blanche a6 · Pion noir sur case blanche e6 · Cavalier noir sur case noire f6 · Fou noir sur case noire c5 · Fou noir sur case blanche d5 · Cavalier blanc sur case noire e5 · Tour blanche sur case blanche a4 · Pion blanc sur case blanche b3 · Pion blanc sur case noire e3 · Fou blanc sur case noire b2 · Cavalier blanc sur case noire d2 · Fou blanc sur case blanche e2 · Pion blanc sur case noire f2 · Pion blanc sur case blanche g2 · Pion blanc sur case noire h2 · Tour blanche sur case noire c1 · Roi blanc sur case noire g1 | Tour noire sur case blanche a8 · Tour noire sur case noire b8 · Cavalier noir sur case blanche d7 · Roi noir sur case noire e7 · Pion noir sur case blanche f7 · Pion noir sur case noire g7 · Pion noir sur case blanche h7 · Pion noir sur case blanche a6 · Pion noir sur case blanche e6 · Cavalier noir sur case noire f6 · Fou noir sur case noire c5 · Fou noir sur case blanche d5 · Cavalier blanc sur case noire e5 · Tour blanche sur case blanche a4 · Pion blanc sur case blanche b3 · Pion blanc sur case noire e3 · Fou blanc sur case noire b2 · Cavalier blanc sur case noire d2 · Fou blanc sur case blanche e2 · Pion blanc sur case noire f2 · Pion blanc sur case blanche g2 · Pion blanc sur case noire h2 · Tour blanche sur case noire c1 · Roi blanc sur case noire g1 | Tour noire sur case blanche a8 · Tour noire sur case noire b8 · Cavalier noir sur case blanche d7 · Roi noir sur case noire e7 · Pion noir sur case blanche f7 · Pion noir sur case noire g7 · Pion noir sur case blanche h7 · Pion noir sur case blanche a6 · Pion noir sur case blanche e6 · Cavalier noir sur case noire f6 · Fou noir sur case noire c5 · Fou noir sur case blanche d5 · Cavalier blanc sur case noire e5 · Tour blanche sur case blanche a4 · Pion blanc sur case blanche b3 · Pion blanc sur case noire e3 · Fou blanc sur case noire b2 · Cavalier blanc sur case noire d2 · Fou blanc sur case blanche e2 · Pion blanc sur case noire f2 · Pion blanc sur case blanche g2 · Pion blanc sur case noire h2 · Tour blanche sur case noire c1 · Roi blanc sur case noire g1 | Tour noire sur case blanche a8 · Tour noire sur case noire b8 · Cavalier noir sur case blanche d7 · Roi noir sur case noire e7 · Pion noir sur case blanche f7 · Pion noir sur case noire g7 · Pion noir sur case blanche h7 · Pion noir sur case blanche a6 · Pion noir sur case blanche e6 · Cavalier noir sur case noire f6 · Fou noir sur case noire c5 · Fou noir sur case blanche d5 · Cavalier blanc sur case noire e5 · Tour blanche sur case blanche a4 · Pion blanc sur case blanche b3 · Pion blanc sur case noire e3 · Fou blanc sur case noire b2 · Cavalier blanc sur case noire d2 · Fou blanc sur case blanche e2 · Pion blanc sur case noire f2 · Pion blanc sur case blanche g2 · Pion blanc sur case noire h2 · Tour blanche sur case noire c1 · Roi blanc sur case noire g1 | Tour noire sur case blanche a8 · Tour noire sur case noire b8 · Cavalier noir sur case blanche d7 · Roi noir sur case noire e7 · Pion noir sur case blanche f7 · Pion noir sur case noire g7 · Pion noir sur case blanche h7 · Pion noir sur case blanche a6 · Pion noir sur case blanche e6 · Cavalier noir sur case noire f6 · Fou noir sur case noire c5 · Fou noir sur case blanche d5 · Cavalier blanc sur case noire e5 · Tour blanche sur case blanche a4 · Pion blanc sur case blanche b3 · Pion blanc sur case noire e3 · Fou blanc sur case noire b2 · Cavalier blanc sur case noire d2 · Fou blanc sur case blanche e2 · Pion blanc sur case noire f2 · Pion blanc sur case blanche g2 · Pion blanc sur case noire h2 · Tour blanche sur case noire c1 · Roi blanc sur case noire g1 | Tour noire sur case blanche a8 · Tour noire sur case noire b8 · Cavalier noir sur case blanche d7 · Roi noir sur case noire e7 · Pion noir sur case blanche f7 · Pion noir sur case noire g7 · Pion noir sur case blanche h7 · Pion noir sur case blanche a6 · Pion noir sur case blanche e6 · Cavalier noir sur case noire f6 · Fou noir sur case noire c5 · Fou noir sur case blanche d5 · Cavalier blanc sur case noire e5 · Tour blanche sur case blanche a4 · Pion blanc sur case blanche b3 · Pion blanc sur case noire e3 · Fou blanc sur case noire b2 · Cavalier blanc sur case noire d2 · Fou blanc sur case blanche e2 · Pion blanc sur case noire f2 · Pion blanc sur case blanche g2 · Pion blanc sur case noire h2 · Tour blanche sur case noire c1 · Roi blanc sur case noire g1 | Tour noire sur case blanche a8 · Tour noire sur case noire b8 · Cavalier noir sur case blanche d7 · Roi noir sur case noire e7 · Pion noir sur case blanche f7 · Pion noir sur case noire g7 · Pion noir sur case blanche h7 · Pion noir sur case blanche a6 · Pion noir sur case blanche e6 · Cavalier noir sur case noire f6 · Fou noir sur case noire c5 · Fou noir sur case blanche d5 · Cavalier blanc sur case noire e5 · Tour blanche sur case blanche a4 · Pion blanc sur case blanche b3 · Pion blanc sur case noire e3 · Fou blanc sur case noire b2 · Cavalier blanc sur case noire d2 · Fou blanc sur case blanche e2 · Pion blanc sur case noire f2 · Pion blanc sur case blanche g2 · Pion blanc sur case noire h2 · Tour blanche sur case noire c1 · Roi blanc sur case noire g1 | 8 |
| 7 | Tour noire sur case blanche a8 · Tour noire sur case noire b8 · Cavalier noir sur case blanche d7 · Roi noir sur case noire e7 · Pion noir sur case blanche f7 · Pion noir sur case noire g7 · Pion noir sur case blanche h7 · Pion noir sur case blanche a6 · Pion noir sur case blanche e6 · Cavalier noir sur case noire f6 · Fou noir sur case noire c5 · Fou noir sur case blanche d5 · Cavalier blanc sur case noire e5 · Tour blanche sur case blanche a4 · Pion blanc sur case blanche b3 · Pion blanc sur case noire e3 · Fou blanc sur case noire b2 · Cavalier blanc sur case noire d2 · Fou blanc sur case blanche e2 · Pion blanc sur case noire f2 · Pion blanc sur case blanche g2 · Pion blanc sur case noire h2 · Tour blanche sur case noire c1 · Roi blanc sur case noire g1 | Tour noire sur case blanche a8 · Tour noire sur case noire b8 · Cavalier noir sur case blanche d7 · Roi noir sur case noire e7 · Pion noir sur case blanche f7 · Pion noir sur case noire g7 · Pion noir sur case blanche h7 · Pion noir sur case blanche a6 · Pion noir sur case blanche e6 · Cavalier noir sur case noire f6 · Fou noir sur case noire c5 · Fou noir sur case blanche d5 · Cavalier blanc sur case noire e5 · Tour blanche sur case blanche a4 · Pion blanc sur case blanche b3 · Pion blanc sur case noire e3 · Fou blanc sur case noire b2 · Cavalier blanc sur case noire d2 · Fou blanc sur case blanche e2 · Pion blanc sur case noire f2 · Pion blanc sur case blanche g2 · Pion blanc sur case noire h2 · Tour blanche sur case noire c1 · Roi blanc sur case noire g1 | Tour noire sur case blanche a8 · Tour noire sur case noire b8 · Cavalier noir sur case blanche d7 · Roi noir sur case noire e7 · Pion noir sur case blanche f7 · Pion noir sur case noire g7 · Pion noir sur case blanche h7 · Pion noir sur case blanche a6 · Pion noir sur case blanche e6 · Cavalier noir sur case noire f6 · Fou noir sur case noire c5 · Fou noir sur case blanche d5 · Cavalier blanc sur case noire e5 · Tour blanche sur case blanche a4 · Pion blanc sur case blanche b3 · Pion blanc sur case noire e3 · Fou blanc sur case noire b2 · Cavalier blanc sur case noire d2 · Fou blanc sur case blanche e2 · Pion blanc sur case noire f2 · Pion blanc sur case blanche g2 · Pion blanc sur case noire h2 · Tour blanche sur case noire c1 · Roi blanc sur case noire g1 | Tour noire sur case blanche a8 · Tour noire sur case noire b8 · Cavalier noir sur case blanche d7 · Roi noir sur case noire e7 · Pion noir sur case blanche f7 · Pion noir sur case noire g7 · Pion noir sur case blanche h7 · Pion noir sur case blanche a6 · Pion noir sur case blanche e6 · Cavalier noir sur case noire f6 · Fou noir sur case noire c5 · Fou noir sur case blanche d5 · Cavalier blanc sur case noire e5 · Tour blanche sur case blanche a4 · Pion blanc sur case blanche b3 · Pion blanc sur case noire e3 · Fou blanc sur case noire b2 · Cavalier blanc sur case noire d2 · Fou blanc sur case blanche e2 · Pion blanc sur case noire f2 · Pion blanc sur case blanche g2 · Pion blanc sur case noire h2 · Tour blanche sur case noire c1 · Roi blanc sur case noire g1 | Tour noire sur case blanche a8 · Tour noire sur case noire b8 · Cavalier noir sur case blanche d7 · Roi noir sur case noire e7 · Pion noir sur case blanche f7 · Pion noir sur case noire g7 · Pion noir sur case blanche h7 · Pion noir sur case blanche a6 · Pion noir sur case blanche e6 · Cavalier noir sur case noire f6 · Fou noir sur case noire c5 · Fou noir sur case blanche d5 · Cavalier blanc sur case noire e5 · Tour blanche sur case blanche a4 · Pion blanc sur case blanche b3 · Pion blanc sur case noire e3 · Fou blanc sur case noire b2 · Cavalier blanc sur case noire d2 · Fou blanc sur case blanche e2 · Pion blanc sur case noire f2 · Pion blanc sur case blanche g2 · Pion blanc sur case noire h2 · Tour blanche sur case noire c1 · Roi blanc sur case noire g1 | Tour noire sur case blanche a8 · Tour noire sur case noire b8 · Cavalier noir sur case blanche d7 · Roi noir sur case noire e7 · Pion noir sur case blanche f7 · Pion noir sur case noire g7 · Pion noir sur case blanche h7 · Pion noir sur case blanche a6 · Pion noir sur case blanche e6 · Cavalier noir sur case noire f6 · Fou noir sur case noire c5 · Fou noir sur case blanche d5 · Cavalier blanc sur case noire e5 · Tour blanche sur case blanche a4 · Pion blanc sur case blanche b3 · Pion blanc sur case noire e3 · Fou blanc sur case noire b2 · Cavalier blanc sur case noire d2 · Fou blanc sur case blanche e2 · Pion blanc sur case noire f2 · Pion blanc sur case blanche g2 · Pion blanc sur case noire h2 · Tour blanche sur case noire c1 · Roi blanc sur case noire g1 | Tour noire sur case blanche a8 · Tour noire sur case noire b8 · Cavalier noir sur case blanche d7 · Roi noir sur case noire e7 · Pion noir sur case blanche f7 · Pion noir sur case noire g7 · Pion noir sur case blanche h7 · Pion noir sur case blanche a6 · Pion noir sur case blanche e6 · Cavalier noir sur case noire f6 · Fou noir sur case noire c5 · Fou noir sur case blanche d5 · Cavalier blanc sur case noire e5 · Tour blanche sur case blanche a4 · Pion blanc sur case blanche b3 · Pion blanc sur case noire e3 · Fou blanc sur case noire b2 · Cavalier blanc sur case noire d2 · Fou blanc sur case blanche e2 · Pion blanc sur case noire f2 · Pion blanc sur case blanche g2 · Pion blanc sur case noire h2 · Tour blanche sur case noire c1 · Roi blanc sur case noire g1 | Tour noire sur case blanche a8 · Tour noire sur case noire b8 · Cavalier noir sur case blanche d7 · Roi noir sur case noire e7 · Pion noir sur case blanche f7 · Pion noir sur case noire g7 · Pion noir sur case blanche h7 · Pion noir sur case blanche a6 · Pion noir sur case blanche e6 · Cavalier noir sur case noire f6 · Fou noir sur case noire c5 · Fou noir sur case blanche d5 · Cavalier blanc sur case noire e5 · Tour blanche sur case blanche a4 · Pion blanc sur case blanche b3 · Pion blanc sur case noire e3 · Fou blanc sur case noire b2 · Cavalier blanc sur case noire d2 · Fou blanc sur case blanche e2 · Pion blanc sur case noire f2 · Pion blanc sur case blanche g2 · Pion blanc sur case noire h2 · Tour blanche sur case noire c1 · Roi blanc sur case noire g1 | 7 |
| 6 | Tour noire sur case blanche a8 · Tour noire sur case noire b8 · Cavalier noir sur case blanche d7 · Roi noir sur case noire e7 · Pion noir sur case blanche f7 · Pion noir sur case noire g7 · Pion noir sur case blanche h7 · Pion noir sur case blanche a6 · Pion noir sur case blanche e6 · Cavalier noir sur case noire f6 · Fou noir sur case noire c5 · Fou noir sur case blanche d5 · Cavalier blanc sur case noire e5 · Tour blanche sur case blanche a4 · Pion blanc sur case blanche b3 · Pion blanc sur case noire e3 · Fou blanc sur case noire b2 · Cavalier blanc sur case noire d2 · Fou blanc sur case blanche e2 · Pion blanc sur case noire f2 · Pion blanc sur case blanche g2 · Pion blanc sur case noire h2 · Tour blanche sur case noire c1 · Roi blanc sur case noire g1 | Tour noire sur case blanche a8 · Tour noire sur case noire b8 · Cavalier noir sur case blanche d7 · Roi noir sur case noire e7 · Pion noir sur case blanche f7 · Pion noir sur case noire g7 · Pion noir sur case blanche h7 · Pion noir sur case blanche a6 · Pion noir sur case blanche e6 · Cavalier noir sur case noire f6 · Fou noir sur case noire c5 · Fou noir sur case blanche d5 · Cavalier blanc sur case noire e5 · Tour blanche sur case blanche a4 · Pion blanc sur case blanche b3 · Pion blanc sur case noire e3 · Fou blanc sur case noire b2 · Cavalier blanc sur case noire d2 · Fou blanc sur case blanche e2 · Pion blanc sur case noire f2 · Pion blanc sur case blanche g2 · Pion blanc sur case noire h2 · Tour blanche sur case noire c1 · Roi blanc sur case noire g1 | Tour noire sur case blanche a8 · Tour noire sur case noire b8 · Cavalier noir sur case blanche d7 · Roi noir sur case noire e7 · Pion noir sur case blanche f7 · Pion noir sur case noire g7 · Pion noir sur case blanche h7 · Pion noir sur case blanche a6 · Pion noir sur case blanche e6 · Cavalier noir sur case noire f6 · Fou noir sur case noire c5 · Fou noir sur case blanche d5 · Cavalier blanc sur case noire e5 · Tour blanche sur case blanche a4 · Pion blanc sur case blanche b3 · Pion blanc sur case noire e3 · Fou blanc sur case noire b2 · Cavalier blanc sur case noire d2 · Fou blanc sur case blanche e2 · Pion blanc sur case noire f2 · Pion blanc sur case blanche g2 · Pion blanc sur case noire h2 · Tour blanche sur case noire c1 · Roi blanc sur case noire g1 | Tour noire sur case blanche a8 · Tour noire sur case noire b8 · Cavalier noir sur case blanche d7 · Roi noir sur case noire e7 · Pion noir sur case blanche f7 · Pion noir sur case noire g7 · Pion noir sur case blanche h7 · Pion noir sur case blanche a6 · Pion noir sur case blanche e6 · Cavalier noir sur case noire f6 · Fou noir sur case noire c5 · Fou noir sur case blanche d5 · Cavalier blanc sur case noire e5 · Tour blanche sur case blanche a4 · Pion blanc sur case blanche b3 · Pion blanc sur case noire e3 · Fou blanc sur case noire b2 · Cavalier blanc sur case noire d2 · Fou blanc sur case blanche e2 · Pion blanc sur case noire f2 · Pion blanc sur case blanche g2 · Pion blanc sur case noire h2 · Tour blanche sur case noire c1 · Roi blanc sur case noire g1 | Tour noire sur case blanche a8 · Tour noire sur case noire b8 · Cavalier noir sur case blanche d7 · Roi noir sur case noire e7 · Pion noir sur case blanche f7 · Pion noir sur case noire g7 · Pion noir sur case blanche h7 · Pion noir sur case blanche a6 · Pion noir sur case blanche e6 · Cavalier noir sur case noire f6 · Fou noir sur case noire c5 · Fou noir sur case blanche d5 · Cavalier blanc sur case noire e5 · Tour blanche sur case blanche a4 · Pion blanc sur case blanche b3 · Pion blanc sur case noire e3 · Fou blanc sur case noire b2 · Cavalier blanc sur case noire d2 · Fou blanc sur case blanche e2 · Pion blanc sur case noire f2 · Pion blanc sur case blanche g2 · Pion blanc sur case noire h2 · Tour blanche sur case noire c1 · Roi blanc sur case noire g1 | Tour noire sur case blanche a8 · Tour noire sur case noire b8 · Cavalier noir sur case blanche d7 · Roi noir sur case noire e7 · Pion noir sur case blanche f7 · Pion noir sur case noire g7 · Pion noir sur case blanche h7 · Pion noir sur case blanche a6 · Pion noir sur case blanche e6 · Cavalier noir sur case noire f6 · Fou noir sur case noire c5 · Fou noir sur case blanche d5 · Cavalier blanc sur case noire e5 · Tour blanche sur case blanche a4 · Pion blanc sur case blanche b3 · Pion blanc sur case noire e3 · Fou blanc sur case noire b2 · Cavalier blanc sur case noire d2 · Fou blanc sur case blanche e2 · Pion blanc sur case noire f2 · Pion blanc sur case blanche g2 · Pion blanc sur case noire h2 · Tour blanche sur case noire c1 · Roi blanc sur case noire g1 | Tour noire sur case blanche a8 · Tour noire sur case noire b8 · Cavalier noir sur case blanche d7 · Roi noir sur case noire e7 · Pion noir sur case blanche f7 · Pion noir sur case noire g7 · Pion noir sur case blanche h7 · Pion noir sur case blanche a6 · Pion noir sur case blanche e6 · Cavalier noir sur case noire f6 · Fou noir sur case noire c5 · Fou noir sur case blanche d5 · Cavalier blanc sur case noire e5 · Tour blanche sur case blanche a4 · Pion blanc sur case blanche b3 · Pion blanc sur case noire e3 · Fou blanc sur case noire b2 · Cavalier blanc sur case noire d2 · Fou blanc sur case blanche e2 · Pion blanc sur case noire f2 · Pion blanc sur case blanche g2 · Pion blanc sur case noire h2 · Tour blanche sur case noire c1 · Roi blanc sur case noire g1 | Tour noire sur case blanche a8 · Tour noire sur case noire b8 · Cavalier noir sur case blanche d7 · Roi noir sur case noire e7 · Pion noir sur case blanche f7 · Pion noir sur case noire g7 · Pion noir sur case blanche h7 · Pion noir sur case blanche a6 · Pion noir sur case blanche e6 · Cavalier noir sur case noire f6 · Fou noir sur case noire c5 · Fou noir sur case blanche d5 · Cavalier blanc sur case noire e5 · Tour blanche sur case blanche a4 · Pion blanc sur case blanche b3 · Pion blanc sur case noire e3 · Fou blanc sur case noire b2 · Cavalier blanc sur case noire d2 · Fou blanc sur case blanche e2 · Pion blanc sur case noire f2 · Pion blanc sur case blanche g2 · Pion blanc sur case noire h2 · Tour blanche sur case noire c1 · Roi blanc sur case noire g1 | 6 |
| 5 | Tour noire sur case blanche a8 · Tour noire sur case noire b8 · Cavalier noir sur case blanche d7 · Roi noir sur case noire e7 · Pion noir sur case blanche f7 · Pion noir sur case noire g7 · Pion noir sur case blanche h7 · Pion noir sur case blanche a6 · Pion noir sur case blanche e6 · Cavalier noir sur case noire f6 · Fou noir sur case noire c5 · Fou noir sur case blanche d5 · Cavalier blanc sur case noire e5 · Tour blanche sur case blanche a4 · Pion blanc sur case blanche b3 · Pion blanc sur case noire e3 · Fou blanc sur case noire b2 · Cavalier blanc sur case noire d2 · Fou blanc sur case blanche e2 · Pion blanc sur case noire f2 · Pion blanc sur case blanche g2 · Pion blanc sur case noire h2 · Tour blanche sur case noire c1 · Roi blanc sur case noire g1 | Tour noire sur case blanche a8 · Tour noire sur case noire b8 · Cavalier noir sur case blanche d7 · Roi noir sur case noire e7 · Pion noir sur case blanche f7 · Pion noir sur case noire g7 · Pion noir sur case blanche h7 · Pion noir sur case blanche a6 · Pion noir sur case blanche e6 · Cavalier noir sur case noire f6 · Fou noir sur case noire c5 · Fou noir sur case blanche d5 · Cavalier blanc sur case noire e5 · Tour blanche sur case blanche a4 · Pion blanc sur case blanche b3 · Pion blanc sur case noire e3 · Fou blanc sur case noire b2 · Cavalier blanc sur case noire d2 · Fou blanc sur case blanche e2 · Pion blanc sur case noire f2 · Pion blanc sur case blanche g2 · Pion blanc sur case noire h2 · Tour blanche sur case noire c1 · Roi blanc sur case noire g1 | Tour noire sur case blanche a8 · Tour noire sur case noire b8 · Cavalier noir sur case blanche d7 · Roi noir sur case noire e7 · Pion noir sur case blanche f7 · Pion noir sur case noire g7 · Pion noir sur case blanche h7 · Pion noir sur case blanche a6 · Pion noir sur case blanche e6 · Cavalier noir sur case noire f6 · Fou noir sur case noire c5 · Fou noir sur case blanche d5 · Cavalier blanc sur case noire e5 · Tour blanche sur case blanche a4 · Pion blanc sur case blanche b3 · Pion blanc sur case noire e3 · Fou blanc sur case noire b2 · Cavalier blanc sur case noire d2 · Fou blanc sur case blanche e2 · Pion blanc sur case noire f2 · Pion blanc sur case blanche g2 · Pion blanc sur case noire h2 · Tour blanche sur case noire c1 · Roi blanc sur case noire g1 | Tour noire sur case blanche a8 · Tour noire sur case noire b8 · Cavalier noir sur case blanche d7 · Roi noir sur case noire e7 · Pion noir sur case blanche f7 · Pion noir sur case noire g7 · Pion noir sur case blanche h7 · Pion noir sur case blanche a6 · Pion noir sur case blanche e6 · Cavalier noir sur case noire f6 · Fou noir sur case noire c5 · Fou noir sur case blanche d5 · Cavalier blanc sur case noire e5 · Tour blanche sur case blanche a4 · Pion blanc sur case blanche b3 · Pion blanc sur case noire e3 · Fou blanc sur case noire b2 · Cavalier blanc sur case noire d2 · Fou blanc sur case blanche e2 · Pion blanc sur case noire f2 · Pion blanc sur case blanche g2 · Pion blanc sur case noire h2 · Tour blanche sur case noire c1 · Roi blanc sur case noire g1 | Tour noire sur case blanche a8 · Tour noire sur case noire b8 · Cavalier noir sur case blanche d7 · Roi noir sur case noire e7 · Pion noir sur case blanche f7 · Pion noir sur case noire g7 · Pion noir sur case blanche h7 · Pion noir sur case blanche a6 · Pion noir sur case blanche e6 · Cavalier noir sur case noire f6 · Fou noir sur case noire c5 · Fou noir sur case blanche d5 · Cavalier blanc sur case noire e5 · Tour blanche sur case blanche a4 · Pion blanc sur case blanche b3 · Pion blanc sur case noire e3 · Fou blanc sur case noire b2 · Cavalier blanc sur case noire d2 · Fou blanc sur case blanche e2 · Pion blanc sur case noire f2 · Pion blanc sur case blanche g2 · Pion blanc sur case noire h2 · Tour blanche sur case noire c1 · Roi blanc sur case noire g1 | Tour noire sur case blanche a8 · Tour noire sur case noire b8 · Cavalier noir sur case blanche d7 · Roi noir sur case noire e7 · Pion noir sur case blanche f7 · Pion noir sur case noire g7 · Pion noir sur case blanche h7 · Pion noir sur case blanche a6 · Pion noir sur case blanche e6 · Cavalier noir sur case noire f6 · Fou noir sur case noire c5 · Fou noir sur case blanche d5 · Cavalier blanc sur case noire e5 · Tour blanche sur case blanche a4 · Pion blanc sur case blanche b3 · Pion blanc sur case noire e3 · Fou blanc sur case noire b2 · Cavalier blanc sur case noire d2 · Fou blanc sur case blanche e2 · Pion blanc sur case noire f2 · Pion blanc sur case blanche g2 · Pion blanc sur case noire h2 · Tour blanche sur case noire c1 · Roi blanc sur case noire g1 | Tour noire sur case blanche a8 · Tour noire sur case noire b8 · Cavalier noir sur case blanche d7 · Roi noir sur case noire e7 · Pion noir sur case blanche f7 · Pion noir sur case noire g7 · Pion noir sur case blanche h7 · Pion noir sur case blanche a6 · Pion noir sur case blanche e6 · Cavalier noir sur case noire f6 · Fou noir sur case noire c5 · Fou noir sur case blanche d5 · Cavalier blanc sur case noire e5 · Tour blanche sur case blanche a4 · Pion blanc sur case blanche b3 · Pion blanc sur case noire e3 · Fou blanc sur case noire b2 · Cavalier blanc sur case noire d2 · Fou blanc sur case blanche e2 · Pion blanc sur case noire f2 · Pion blanc sur case blanche g2 · Pion blanc sur case noire h2 · Tour blanche sur case noire c1 · Roi blanc sur case noire g1 | Tour noire sur case blanche a8 · Tour noire sur case noire b8 · Cavalier noir sur case blanche d7 · Roi noir sur case noire e7 · Pion noir sur case blanche f7 · Pion noir sur case noire g7 · Pion noir sur case blanche h7 · Pion noir sur case blanche a6 · Pion noir sur case blanche e6 · Cavalier noir sur case noire f6 · Fou noir sur case noire c5 · Fou noir sur case blanche d5 · Cavalier blanc sur case noire e5 · Tour blanche sur case blanche a4 · Pion blanc sur case blanche b3 · Pion blanc sur case noire e3 · Fou blanc sur case noire b2 · Cavalier blanc sur case noire d2 · Fou blanc sur case blanche e2 · Pion blanc sur case noire f2 · Pion blanc sur case blanche g2 · Pion blanc sur case noire h2 · Tour blanche sur case noire c1 · Roi blanc sur case noire g1 | 5 |
| 4 | Tour noire sur case blanche a8 · Tour noire sur case noire b8 · Cavalier noir sur case blanche d7 · Roi noir sur case noire e7 · Pion noir sur case blanche f7 · Pion noir sur case noire g7 · Pion noir sur case blanche h7 · Pion noir sur case blanche a6 · Pion noir sur case blanche e6 · Cavalier noir sur case noire f6 · Fou noir sur case noire c5 · Fou noir sur case blanche d5 · Cavalier blanc sur case noire e5 · Tour blanche sur case blanche a4 · Pion blanc sur case blanche b3 · Pion blanc sur case noire e3 · Fou blanc sur case noire b2 · Cavalier blanc sur case noire d2 · Fou blanc sur case blanche e2 · Pion blanc sur case noire f2 · Pion blanc sur case blanche g2 · Pion blanc sur case noire h2 · Tour blanche sur case noire c1 · Roi blanc sur case noire g1 | Tour noire sur case blanche a8 · Tour noire sur case noire b8 · Cavalier noir sur case blanche d7 · Roi noir sur case noire e7 · Pion noir sur case blanche f7 · Pion noir sur case noire g7 · Pion noir sur case blanche h7 · Pion noir sur case blanche a6 · Pion noir sur case blanche e6 · Cavalier noir sur case noire f6 · Fou noir sur case noire c5 · Fou noir sur case blanche d5 · Cavalier blanc sur case noire e5 · Tour blanche sur case blanche a4 · Pion blanc sur case blanche b3 · Pion blanc sur case noire e3 · Fou blanc sur case noire b2 · Cavalier blanc sur case noire d2 · Fou blanc sur case blanche e2 · Pion blanc sur case noire f2 · Pion blanc sur case blanche g2 · Pion blanc sur case noire h2 · Tour blanche sur case noire c1 · Roi blanc sur case noire g1 | Tour noire sur case blanche a8 · Tour noire sur case noire b8 · Cavalier noir sur case blanche d7 · Roi noir sur case noire e7 · Pion noir sur case blanche f7 · Pion noir sur case noire g7 · Pion noir sur case blanche h7 · Pion noir sur case blanche a6 · Pion noir sur case blanche e6 · Cavalier noir sur case noire f6 · Fou noir sur case noire c5 · Fou noir sur case blanche d5 · Cavalier blanc sur case noire e5 · Tour blanche sur case blanche a4 · Pion blanc sur case blanche b3 · Pion blanc sur case noire e3 · Fou blanc sur case noire b2 · Cavalier blanc sur case noire d2 · Fou blanc sur case blanche e2 · Pion blanc sur case noire f2 · Pion blanc sur case blanche g2 · Pion blanc sur case noire h2 · Tour blanche sur case noire c1 · Roi blanc sur case noire g1 | Tour noire sur case blanche a8 · Tour noire sur case noire b8 · Cavalier noir sur case blanche d7 · Roi noir sur case noire e7 · Pion noir sur case blanche f7 · Pion noir sur case noire g7 · Pion noir sur case blanche h7 · Pion noir sur case blanche a6 · Pion noir sur case blanche e6 · Cavalier noir sur case noire f6 · Fou noir sur case noire c5 · Fou noir sur case blanche d5 · Cavalier blanc sur case noire e5 · Tour blanche sur case blanche a4 · Pion blanc sur case blanche b3 · Pion blanc sur case noire e3 · Fou blanc sur case noire b2 · Cavalier blanc sur case noire d2 · Fou blanc sur case blanche e2 · Pion blanc sur case noire f2 · Pion blanc sur case blanche g2 · Pion blanc sur case noire h2 · Tour blanche sur case noire c1 · Roi blanc sur case noire g1 | Tour noire sur case blanche a8 · Tour noire sur case noire b8 · Cavalier noir sur case blanche d7 · Roi noir sur case noire e7 · Pion noir sur case blanche f7 · Pion noir sur case noire g7 · Pion noir sur case blanche h7 · Pion noir sur case blanche a6 · Pion noir sur case blanche e6 · Cavalier noir sur case noire f6 · Fou noir sur case noire c5 · Fou noir sur case blanche d5 · Cavalier blanc sur case noire e5 · Tour blanche sur case blanche a4 · Pion blanc sur case blanche b3 · Pion blanc sur case noire e3 · Fou blanc sur case noire b2 · Cavalier blanc sur case noire d2 · Fou blanc sur case blanche e2 · Pion blanc sur case noire f2 · Pion blanc sur case blanche g2 · Pion blanc sur case noire h2 · Tour blanche sur case noire c1 · Roi blanc sur case noire g1 | Tour noire sur case blanche a8 · Tour noire sur case noire b8 · Cavalier noir sur case blanche d7 · Roi noir sur case noire e7 · Pion noir sur case blanche f7 · Pion noir sur case noire g7 · Pion noir sur case blanche h7 · Pion noir sur case blanche a6 · Pion noir sur case blanche e6 · Cavalier noir sur case noire f6 · Fou noir sur case noire c5 · Fou noir sur case blanche d5 · Cavalier blanc sur case noire e5 · Tour blanche sur case blanche a4 · Pion blanc sur case blanche b3 · Pion blanc sur case noire e3 · Fou blanc sur case noire b2 · Cavalier blanc sur case noire d2 · Fou blanc sur case blanche e2 · Pion blanc sur case noire f2 · Pion blanc sur case blanche g2 · Pion blanc sur case noire h2 · Tour blanche sur case noire c1 · Roi blanc sur case noire g1 | Tour noire sur case blanche a8 · Tour noire sur case noire b8 · Cavalier noir sur case blanche d7 · Roi noir sur case noire e7 · Pion noir sur case blanche f7 · Pion noir sur case noire g7 · Pion noir sur case blanche h7 · Pion noir sur case blanche a6 · Pion noir sur case blanche e6 · Cavalier noir sur case noire f6 · Fou noir sur case noire c5 · Fou noir sur case blanche d5 · Cavalier blanc sur case noire e5 · Tour blanche sur case blanche a4 · Pion blanc sur case blanche b3 · Pion blanc sur case noire e3 · Fou blanc sur case noire b2 · Cavalier blanc sur case noire d2 · Fou blanc sur case blanche e2 · Pion blanc sur case noire f2 · Pion blanc sur case blanche g2 · Pion blanc sur case noire h2 · Tour blanche sur case noire c1 · Roi blanc sur case noire g1 | Tour noire sur case blanche a8 · Tour noire sur case noire b8 · Cavalier noir sur case blanche d7 · Roi noir sur case noire e7 · Pion noir sur case blanche f7 · Pion noir sur case noire g7 · Pion noir sur case blanche h7 · Pion noir sur case blanche a6 · Pion noir sur case blanche e6 · Cavalier noir sur case noire f6 · Fou noir sur case noire c5 · Fou noir sur case blanche d5 · Cavalier blanc sur case noire e5 · Tour blanche sur case blanche a4 · Pion blanc sur case blanche b3 · Pion blanc sur case noire e3 · Fou blanc sur case noire b2 · Cavalier blanc sur case noire d2 · Fou blanc sur case blanche e2 · Pion blanc sur case noire f2 · Pion blanc sur case blanche g2 · Pion blanc sur case noire h2 · Tour blanche sur case noire c1 · Roi blanc sur case noire g1 | 4 |
| 3 | Tour noire sur case blanche a8 · Tour noire sur case noire b8 · Cavalier noir sur case blanche d7 · Roi noir sur case noire e7 · Pion noir sur case blanche f7 · Pion noir sur case noire g7 · Pion noir sur case blanche h7 · Pion noir sur case blanche a6 · Pion noir sur case blanche e6 · Cavalier noir sur case noire f6 · Fou noir sur case noire c5 · Fou noir sur case blanche d5 · Cavalier blanc sur case noire e5 · Tour blanche sur case blanche a4 · Pion blanc sur case blanche b3 · Pion blanc sur case noire e3 · Fou blanc sur case noire b2 · Cavalier blanc sur case noire d2 · Fou blanc sur case blanche e2 · Pion blanc sur case noire f2 · Pion blanc sur case blanche g2 · Pion blanc sur case noire h2 · Tour blanche sur case noire c1 · Roi blanc sur case noire g1 | Tour noire sur case blanche a8 · Tour noire sur case noire b8 · Cavalier noir sur case blanche d7 · Roi noir sur case noire e7 · Pion noir sur case blanche f7 · Pion noir sur case noire g7 · Pion noir sur case blanche h7 · Pion noir sur case blanche a6 · Pion noir sur case blanche e6 · Cavalier noir sur case noire f6 · Fou noir sur case noire c5 · Fou noir sur case blanche d5 · Cavalier blanc sur case noire e5 · Tour blanche sur case blanche a4 · Pion blanc sur case blanche b3 · Pion blanc sur case noire e3 · Fou blanc sur case noire b2 · Cavalier blanc sur case noire d2 · Fou blanc sur case blanche e2 · Pion blanc sur case noire f2 · Pion blanc sur case blanche g2 · Pion blanc sur case noire h2 · Tour blanche sur case noire c1 · Roi blanc sur case noire g1 | Tour noire sur case blanche a8 · Tour noire sur case noire b8 · Cavalier noir sur case blanche d7 · Roi noir sur case noire e7 · Pion noir sur case blanche f7 · Pion noir sur case noire g7 · Pion noir sur case blanche h7 · Pion noir sur case blanche a6 · Pion noir sur case blanche e6 · Cavalier noir sur case noire f6 · Fou noir sur case noire c5 · Fou noir sur case blanche d5 · Cavalier blanc sur case noire e5 · Tour blanche sur case blanche a4 · Pion blanc sur case blanche b3 · Pion blanc sur case noire e3 · Fou blanc sur case noire b2 · Cavalier blanc sur case noire d2 · Fou blanc sur case blanche e2 · Pion blanc sur case noire f2 · Pion blanc sur case blanche g2 · Pion blanc sur case noire h2 · Tour blanche sur case noire c1 · Roi blanc sur case noire g1 | Tour noire sur case blanche a8 · Tour noire sur case noire b8 · Cavalier noir sur case blanche d7 · Roi noir sur case noire e7 · Pion noir sur case blanche f7 · Pion noir sur case noire g7 · Pion noir sur case blanche h7 · Pion noir sur case blanche a6 · Pion noir sur case blanche e6 · Cavalier noir sur case noire f6 · Fou noir sur case noire c5 · Fou noir sur case blanche d5 · Cavalier blanc sur case noire e5 · Tour blanche sur case blanche a4 · Pion blanc sur case blanche b3 · Pion blanc sur case noire e3 · Fou blanc sur case noire b2 · Cavalier blanc sur case noire d2 · Fou blanc sur case blanche e2 · Pion blanc sur case noire f2 · Pion blanc sur case blanche g2 · Pion blanc sur case noire h2 · Tour blanche sur case noire c1 · Roi blanc sur case noire g1 | Tour noire sur case blanche a8 · Tour noire sur case noire b8 · Cavalier noir sur case blanche d7 · Roi noir sur case noire e7 · Pion noir sur case blanche f7 · Pion noir sur case noire g7 · Pion noir sur case blanche h7 · Pion noir sur case blanche a6 · Pion noir sur case blanche e6 · Cavalier noir sur case noire f6 · Fou noir sur case noire c5 · Fou noir sur case blanche d5 · Cavalier blanc sur case noire e5 · Tour blanche sur case blanche a4 · Pion blanc sur case blanche b3 · Pion blanc sur case noire e3 · Fou blanc sur case noire b2 · Cavalier blanc sur case noire d2 · Fou blanc sur case blanche e2 · Pion blanc sur case noire f2 · Pion blanc sur case blanche g2 · Pion blanc sur case noire h2 · Tour blanche sur case noire c1 · Roi blanc sur case noire g1 | Tour noire sur case blanche a8 · Tour noire sur case noire b8 · Cavalier noir sur case blanche d7 · Roi noir sur case noire e7 · Pion noir sur case blanche f7 · Pion noir sur case noire g7 · Pion noir sur case blanche h7 · Pion noir sur case blanche a6 · Pion noir sur case blanche e6 · Cavalier noir sur case noire f6 · Fou noir sur case noire c5 · Fou noir sur case blanche d5 · Cavalier blanc sur case noire e5 · Tour blanche sur case blanche a4 · Pion blanc sur case blanche b3 · Pion blanc sur case noire e3 · Fou blanc sur case noire b2 · Cavalier blanc sur case noire d2 · Fou blanc sur case blanche e2 · Pion blanc sur case noire f2 · Pion blanc sur case blanche g2 · Pion blanc sur case noire h2 · Tour blanche sur case noire c1 · Roi blanc sur case noire g1 | Tour noire sur case blanche a8 · Tour noire sur case noire b8 · Cavalier noir sur case blanche d7 · Roi noir sur case noire e7 · Pion noir sur case blanche f7 · Pion noir sur case noire g7 · Pion noir sur case blanche h7 · Pion noir sur case blanche a6 · Pion noir sur case blanche e6 · Cavalier noir sur case noire f6 · Fou noir sur case noire c5 · Fou noir sur case blanche d5 · Cavalier blanc sur case noire e5 · Tour blanche sur case blanche a4 · Pion blanc sur case blanche b3 · Pion blanc sur case noire e3 · Fou blanc sur case noire b2 · Cavalier blanc sur case noire d2 · Fou blanc sur case blanche e2 · Pion blanc sur case noire f2 · Pion blanc sur case blanche g2 · Pion blanc sur case noire h2 · Tour blanche sur case noire c1 · Roi blanc sur case noire g1 | Tour noire sur case blanche a8 · Tour noire sur case noire b8 · Cavalier noir sur case blanche d7 · Roi noir sur case noire e7 · Pion noir sur case blanche f7 · Pion noir sur case noire g7 · Pion noir sur case blanche h7 · Pion noir sur case blanche a6 · Pion noir sur case blanche e6 · Cavalier noir sur case noire f6 · Fou noir sur case noire c5 · Fou noir sur case blanche d5 · Cavalier blanc sur case noire e5 · Tour blanche sur case blanche a4 · Pion blanc sur case blanche b3 · Pion blanc sur case noire e3 · Fou blanc sur case noire b2 · Cavalier blanc sur case noire d2 · Fou blanc sur case blanche e2 · Pion blanc sur case noire f2 · Pion blanc sur case blanche g2 · Pion blanc sur case noire h2 · Tour blanche sur case noire c1 · Roi blanc sur case noire g1 | 3 |
| 2 | Tour noire sur case blanche a8 · Tour noire sur case noire b8 · Cavalier noir sur case blanche d7 · Roi noir sur case noire e7 · Pion noir sur case blanche f7 · Pion noir sur case noire g7 · Pion noir sur case blanche h7 · Pion noir sur case blanche a6 · Pion noir sur case blanche e6 · Cavalier noir sur case noire f6 · Fou noir sur case noire c5 · Fou noir sur case blanche d5 · Cavalier blanc sur case noire e5 · Tour blanche sur case blanche a4 · Pion blanc sur case blanche b3 · Pion blanc sur case noire e3 · Fou blanc sur case noire b2 · Cavalier blanc sur case noire d2 · Fou blanc sur case blanche e2 · Pion blanc sur case noire f2 · Pion blanc sur case blanche g2 · Pion blanc sur case noire h2 · Tour blanche sur case noire c1 · Roi blanc sur case noire g1 | Tour noire sur case blanche a8 · Tour noire sur case noire b8 · Cavalier noir sur case blanche d7 · Roi noir sur case noire e7 · Pion noir sur case blanche f7 · Pion noir sur case noire g7 · Pion noir sur case blanche h7 · Pion noir sur case blanche a6 · Pion noir sur case blanche e6 · Cavalier noir sur case noire f6 · Fou noir sur case noire c5 · Fou noir sur case blanche d5 · Cavalier blanc sur case noire e5 · Tour blanche sur case blanche a4 · Pion blanc sur case blanche b3 · Pion blanc sur case noire e3 · Fou blanc sur case noire b2 · Cavalier blanc sur case noire d2 · Fou blanc sur case blanche e2 · Pion blanc sur case noire f2 · Pion blanc sur case blanche g2 · Pion blanc sur case noire h2 · Tour blanche sur case noire c1 · Roi blanc sur case noire g1 | Tour noire sur case blanche a8 · Tour noire sur case noire b8 · Cavalier noir sur case blanche d7 · Roi noir sur case noire e7 · Pion noir sur case blanche f7 · Pion noir sur case noire g7 · Pion noir sur case blanche h7 · Pion noir sur case blanche a6 · Pion noir sur case blanche e6 · Cavalier noir sur case noire f6 · Fou noir sur case noire c5 · Fou noir sur case blanche d5 · Cavalier blanc sur case noire e5 · Tour blanche sur case blanche a4 · Pion blanc sur case blanche b3 · Pion blanc sur case noire e3 · Fou blanc sur case noire b2 · Cavalier blanc sur case noire d2 · Fou blanc sur case blanche e2 · Pion blanc sur case noire f2 · Pion blanc sur case blanche g2 · Pion blanc sur case noire h2 · Tour blanche sur case noire c1 · Roi blanc sur case noire g1 | Tour noire sur case blanche a8 · Tour noire sur case noire b8 · Cavalier noir sur case blanche d7 · Roi noir sur case noire e7 · Pion noir sur case blanche f7 · Pion noir sur case noire g7 · Pion noir sur case blanche h7 · Pion noir sur case blanche a6 · Pion noir sur case blanche e6 · Cavalier noir sur case noire f6 · Fou noir sur case noire c5 · Fou noir sur case blanche d5 · Cavalier blanc sur case noire e5 · Tour blanche sur case blanche a4 · Pion blanc sur case blanche b3 · Pion blanc sur case noire e3 · Fou blanc sur case noire b2 · Cavalier blanc sur case noire d2 · Fou blanc sur case blanche e2 · Pion blanc sur case noire f2 · Pion blanc sur case blanche g2 · Pion blanc sur case noire h2 · Tour blanche sur case noire c1 · Roi blanc sur case noire g1 | Tour noire sur case blanche a8 · Tour noire sur case noire b8 · Cavalier noir sur case blanche d7 · Roi noir sur case noire e7 · Pion noir sur case blanche f7 · Pion noir sur case noire g7 · Pion noir sur case blanche h7 · Pion noir sur case blanche a6 · Pion noir sur case blanche e6 · Cavalier noir sur case noire f6 · Fou noir sur case noire c5 · Fou noir sur case blanche d5 · Cavalier blanc sur case noire e5 · Tour blanche sur case blanche a4 · Pion blanc sur case blanche b3 · Pion blanc sur case noire e3 · Fou blanc sur case noire b2 · Cavalier blanc sur case noire d2 · Fou blanc sur case blanche e2 · Pion blanc sur case noire f2 · Pion blanc sur case blanche g2 · Pion blanc sur case noire h2 · Tour blanche sur case noire c1 · Roi blanc sur case noire g1 | Tour noire sur case blanche a8 · Tour noire sur case noire b8 · Cavalier noir sur case blanche d7 · Roi noir sur case noire e7 · Pion noir sur case blanche f7 · Pion noir sur case noire g7 · Pion noir sur case blanche h7 · Pion noir sur case blanche a6 · Pion noir sur case blanche e6 · Cavalier noir sur case noire f6 · Fou noir sur case noire c5 · Fou noir sur case blanche d5 · Cavalier blanc sur case noire e5 · Tour blanche sur case blanche a4 · Pion blanc sur case blanche b3 · Pion blanc sur case noire e3 · Fou blanc sur case noire b2 · Cavalier blanc sur case noire d2 · Fou blanc sur case blanche e2 · Pion blanc sur case noire f2 · Pion blanc sur case blanche g2 · Pion blanc sur case noire h2 · Tour blanche sur case noire c1 · Roi blanc sur case noire g1 | Tour noire sur case blanche a8 · Tour noire sur case noire b8 · Cavalier noir sur case blanche d7 · Roi noir sur case noire e7 · Pion noir sur case blanche f7 · Pion noir sur case noire g7 · Pion noir sur case blanche h7 · Pion noir sur case blanche a6 · Pion noir sur case blanche e6 · Cavalier noir sur case noire f6 · Fou noir sur case noire c5 · Fou noir sur case blanche d5 · Cavalier blanc sur case noire e5 · Tour blanche sur case blanche a4 · Pion blanc sur case blanche b3 · Pion blanc sur case noire e3 · Fou blanc sur case noire b2 · Cavalier blanc sur case noire d2 · Fou blanc sur case blanche e2 · Pion blanc sur case noire f2 · Pion blanc sur case blanche g2 · Pion blanc sur case noire h2 · Tour blanche sur case noire c1 · Roi blanc sur case noire g1 | Tour noire sur case blanche a8 · Tour noire sur case noire b8 · Cavalier noir sur case blanche d7 · Roi noir sur case noire e7 · Pion noir sur case blanche f7 · Pion noir sur case noire g7 · Pion noir sur case blanche h7 · Pion noir sur case blanche a6 · Pion noir sur case blanche e6 · Cavalier noir sur case noire f6 · Fou noir sur case noire c5 · Fou noir sur case blanche d5 · Cavalier blanc sur case noire e5 · Tour blanche sur case blanche a4 · Pion blanc sur case blanche b3 · Pion blanc sur case noire e3 · Fou blanc sur case noire b2 · Cavalier blanc sur case noire d2 · Fou blanc sur case blanche e2 · Pion blanc sur case noire f2 · Pion blanc sur case blanche g2 · Pion blanc sur case noire h2 · Tour blanche sur case noire c1 · Roi blanc sur case noire g1 | 2 |
| 1 | Tour noire sur case blanche a8 · Tour noire sur case noire b8 · Cavalier noir sur case blanche d7 · Roi noir sur case noire e7 · Pion noir sur case blanche f7 · Pion noir sur case noire g7 · Pion noir sur case blanche h7 · Pion noir sur case blanche a6 · Pion noir sur case blanche e6 · Cavalier noir sur case noire f6 · Fou noir sur case noire c5 · Fou noir sur case blanche d5 · Cavalier blanc sur case noire e5 · Tour blanche sur case blanche a4 · Pion blanc sur case blanche b3 · Pion blanc sur case noire e3 · Fou blanc sur case noire b2 · Cavalier blanc sur case noire d2 · Fou blanc sur case blanche e2 · Pion blanc sur case noire f2 · Pion blanc sur case blanche g2 · Pion blanc sur case noire h2 · Tour blanche sur case noire c1 · Roi blanc sur case noire g1 | Tour noire sur case blanche a8 · Tour noire sur case noire b8 · Cavalier noir sur case blanche d7 · Roi noir sur case noire e7 · Pion noir sur case blanche f7 · Pion noir sur case noire g7 · Pion noir sur case blanche h7 · Pion noir sur case blanche a6 · Pion noir sur case blanche e6 · Cavalier noir sur case noire f6 · Fou noir sur case noire c5 · Fou noir sur case blanche d5 · Cavalier blanc sur case noire e5 · Tour blanche sur case blanche a4 · Pion blanc sur case blanche b3 · Pion blanc sur case noire e3 · Fou blanc sur case noire b2 · Cavalier blanc sur case noire d2 · Fou blanc sur case blanche e2 · Pion blanc sur case noire f2 · Pion blanc sur case blanche g2 · Pion blanc sur case noire h2 · Tour blanche sur case noire c1 · Roi blanc sur case noire g1 | Tour noire sur case blanche a8 · Tour noire sur case noire b8 · Cavalier noir sur case blanche d7 · Roi noir sur case noire e7 · Pion noir sur case blanche f7 · Pion noir sur case noire g7 · Pion noir sur case blanche h7 · Pion noir sur case blanche a6 · Pion noir sur case blanche e6 · Cavalier noir sur case noire f6 · Fou noir sur case noire c5 · Fou noir sur case blanche d5 · Cavalier blanc sur case noire e5 · Tour blanche sur case blanche a4 · Pion blanc sur case blanche b3 · Pion blanc sur case noire e3 · Fou blanc sur case noire b2 · Cavalier blanc sur case noire d2 · Fou blanc sur case blanche e2 · Pion blanc sur case noire f2 · Pion blanc sur case blanche g2 · Pion blanc sur case noire h2 · Tour blanche sur case noire c1 · Roi blanc sur case noire g1 | Tour noire sur case blanche a8 · Tour noire sur case noire b8 · Cavalier noir sur case blanche d7 · Roi noir sur case noire e7 · Pion noir sur case blanche f7 · Pion noir sur case noire g7 · Pion noir sur case blanche h7 · Pion noir sur case blanche a6 · Pion noir sur case blanche e6 · Cavalier noir sur case noire f6 · Fou noir sur case noire c5 · Fou noir sur case blanche d5 · Cavalier blanc sur case noire e5 · Tour blanche sur case blanche a4 · Pion blanc sur case blanche b3 · Pion blanc sur case noire e3 · Fou blanc sur case noire b2 · Cavalier blanc sur case noire d2 · Fou blanc sur case blanche e2 · Pion blanc sur case noire f2 · Pion blanc sur case blanche g2 · Pion blanc sur case noire h2 · Tour blanche sur case noire c1 · Roi blanc sur case noire g1 | Tour noire sur case blanche a8 · Tour noire sur case noire b8 · Cavalier noir sur case blanche d7 · Roi noir sur case noire e7 · Pion noir sur case blanche f7 · Pion noir sur case noire g7 · Pion noir sur case blanche h7 · Pion noir sur case blanche a6 · Pion noir sur case blanche e6 · Cavalier noir sur case noire f6 · Fou noir sur case noire c5 · Fou noir sur case blanche d5 · Cavalier blanc sur case noire e5 · Tour blanche sur case blanche a4 · Pion blanc sur case blanche b3 · Pion blanc sur case noire e3 · Fou blanc sur case noire b2 · Cavalier blanc sur case noire d2 · Fou blanc sur case blanche e2 · Pion blanc sur case noire f2 · Pion blanc sur case blanche g2 · Pion blanc sur case noire h2 · Tour blanche sur case noire c1 · Roi blanc sur case noire g1 | Tour noire sur case blanche a8 · Tour noire sur case noire b8 · Cavalier noir sur case blanche d7 · Roi noir sur case noire e7 · Pion noir sur case blanche f7 · Pion noir sur case noire g7 · Pion noir sur case blanche h7 · Pion noir sur case blanche a6 · Pion noir sur case blanche e6 · Cavalier noir sur case noire f6 · Fou noir sur case noire c5 · Fou noir sur case blanche d5 · Cavalier blanc sur case noire e5 · Tour blanche sur case blanche a4 · Pion blanc sur case blanche b3 · Pion blanc sur case noire e3 · Fou blanc sur case noire b2 · Cavalier blanc sur case noire d2 · Fou blanc sur case blanche e2 · Pion blanc sur case noire f2 · Pion blanc sur case blanche g2 · Pion blanc sur case noire h2 · Tour blanche sur case noire c1 · Roi blanc sur case noire g1 | Tour noire sur case blanche a8 · Tour noire sur case noire b8 · Cavalier noir sur case blanche d7 · Roi noir sur case noire e7 · Pion noir sur case blanche f7 · Pion noir sur case noire g7 · Pion noir sur case blanche h7 · Pion noir sur case blanche a6 · Pion noir sur case blanche e6 · Cavalier noir sur case noire f6 · Fou noir sur case noire c5 · Fou noir sur case blanche d5 · Cavalier blanc sur case noire e5 · Tour blanche sur case blanche a4 · Pion blanc sur case blanche b3 · Pion blanc sur case noire e3 · Fou blanc sur case noire b2 · Cavalier blanc sur case noire d2 · Fou blanc sur case blanche e2 · Pion blanc sur case noire f2 · Pion blanc sur case blanche g2 · Pion blanc sur case noire h2 · Tour blanche sur case noire c1 · Roi blanc sur case noire g1 | Tour noire sur case blanche a8 · Tour noire sur case noire b8 · Cavalier noir sur case blanche d7 · Roi noir sur case noire e7 · Pion noir sur case blanche f7 · Pion noir sur case noire g7 · Pion noir sur case blanche h7 · Pion noir sur case blanche a6 · Pion noir sur case blanche e6 · Cavalier noir sur case noire f6 · Fou noir sur case noire c5 · Fou noir sur case blanche d5 · Cavalier blanc sur case noire e5 · Tour blanche sur case blanche a4 · Pion blanc sur case blanche b3 · Pion blanc sur case noire e3 · Fou blanc sur case noire b2 · Cavalier blanc sur case noire d2 · Fou blanc sur case blanche e2 · Pion blanc sur case noire f2 · Pion blanc sur case blanche g2 · Pion blanc sur case noire h2 · Tour blanche sur case noire c1 · Roi blanc sur case noire g1 | 1 |
|   | a | b | c | d | e | f | g | h |   |

10 septembre. Une meilleure variante pour Fischer aurait été 16...Fb4!? 17.Cdf3! a5! 18.Cc6+ Fxc6 19.Txc6 Tc8 20.Cd4 avec un léger avantage pour Spassky (Seirawan). 
Spassky–Fischer, partie 6 Gambit dame accepté, variante classique (ECO D27) 

1.d4 d5 2.c4 dxc4 3.Cf3 Cf6 4.e3 e6 5.Fxc4 c5 6.0-0 a6 7.dxc5 Dxd1 8.Txd1 Fxc5 9.b3 Cbd7 10.Fb2 b5 11.Fe2 Fb7 12.Cbd2 Re7 13.a4 bxa4 14.Txa4 Thb8 15.Tc1 Fd5 16.Ce5 (diagramme) Fd6 17.Cxd7 Cxd7 18.Txa6 Txa6 19.Fxa6 f6 20.Fc4 Fxc4 21.Txc4 Cc5 22.Tc3 f5 23.Fa3 Ce4 24.Tc7+ Rd8 25.Fxd6 Cxd2 26.Txg7 Txb3 27.h4 h5 28.Ff4 Re8 29.Rh2 Tb2 30.Rh3 Ce4 31.f3 Cf2+ 32.Rg3 Cd3 33.Fg5 e5 34.Rh3 Cf2+ 35.Rh2 Cd3 36.Fh6 Ce1 37.Rg1 Cd3 38.Fg5 Tb1+ 39.Rh2 Tb2 40.Te7+ Rf8 41.Te6 Rg7 42.Rh3 Te2 43.Td6 Ce1 44.Ff6+ Rg8 45.Fxe5 Txe3 46.Ff4 Te2 47.Tg6+ Rf7 48.Tg5 Re6 49.Fc7 Ta2 50.Fb6 Cd3 51.Rh2 Ce1 52.Rh3 Cd3 53.Fc7 Tc2 54.Fb6 Ta2 55.Rg3 Ce1 56.Txh5 Txg2+ 57.Rf4 Cd3+ 58.Re3 Ce5 59.Th6+ Rd5 60.Fc7 Tg7 61.Fxe5 Rxe5 ½–½

#### Partie 7: Fischer 1 Spassky 0 (Espagnole Zaitsev)
|   | a | b | c | d | e | f | g | h |   |
| 8 | Tour noire sur case blanche a8 · Tour noire sur case blanche e8 · Fou noir sur case noire f8 · Roi noir sur case blanche g8 · Fou noir sur case blanche b7 · Pion noir sur case blanche f7 · Pion noir sur case blanche a6 · Cavalier noir sur case noire f6 · Pion noir sur case blanche g6 · Pion noir sur case noire h6 · Cavalier noir sur case noire a5 · Pion noir sur case blanche b5 · Dame noire sur case blanche d5 · Pion noir sur case noire e5 · Pion blanc sur case noire b4 · Fou blanc sur case blanche e4 · Pion blanc sur case noire c3 · Cavalier blanc sur case blanche f3 · Cavalier blanc sur case noire g3 · Pion blanc sur case blanche h3 · Pion blanc sur case blanche a2 · Fou blanc sur case noire d2 · Pion blanc sur case noire f2 · Pion blanc sur case blanche g2 · Tour blanche sur case noire a1 · Dame blanche sur case blanche d1 · Tour blanche sur case noire e1 · Roi blanc sur case noire g1 | Tour noire sur case blanche a8 · Tour noire sur case blanche e8 · Fou noir sur case noire f8 · Roi noir sur case blanche g8 · Fou noir sur case blanche b7 · Pion noir sur case blanche f7 · Pion noir sur case blanche a6 · Cavalier noir sur case noire f6 · Pion noir sur case blanche g6 · Pion noir sur case noire h6 · Cavalier noir sur case noire a5 · Pion noir sur case blanche b5 · Dame noire sur case blanche d5 · Pion noir sur case noire e5 · Pion blanc sur case noire b4 · Fou blanc sur case blanche e4 · Pion blanc sur case noire c3 · Cavalier blanc sur case blanche f3 · Cavalier blanc sur case noire g3 · Pion blanc sur case blanche h3 · Pion blanc sur case blanche a2 · Fou blanc sur case noire d2 · Pion blanc sur case noire f2 · Pion blanc sur case blanche g2 · Tour blanche sur case noire a1 · Dame blanche sur case blanche d1 · Tour blanche sur case noire e1 · Roi blanc sur case noire g1 | Tour noire sur case blanche a8 · Tour noire sur case blanche e8 · Fou noir sur case noire f8 · Roi noir sur case blanche g8 · Fou noir sur case blanche b7 · Pion noir sur case blanche f7 · Pion noir sur case blanche a6 · Cavalier noir sur case noire f6 · Pion noir sur case blanche g6 · Pion noir sur case noire h6 · Cavalier noir sur case noire a5 · Pion noir sur case blanche b5 · Dame noire sur case blanche d5 · Pion noir sur case noire e5 · Pion blanc sur case noire b4 · Fou blanc sur case blanche e4 · Pion blanc sur case noire c3 · Cavalier blanc sur case blanche f3 · Cavalier blanc sur case noire g3 · Pion blanc sur case blanche h3 · Pion blanc sur case blanche a2 · Fou blanc sur case noire d2 · Pion blanc sur case noire f2 · Pion blanc sur case blanche g2 · Tour blanche sur case noire a1 · Dame blanche sur case blanche d1 · Tour blanche sur case noire e1 · Roi blanc sur case noire g1 | Tour noire sur case blanche a8 · Tour noire sur case blanche e8 · Fou noir sur case noire f8 · Roi noir sur case blanche g8 · Fou noir sur case blanche b7 · Pion noir sur case blanche f7 · Pion noir sur case blanche a6 · Cavalier noir sur case noire f6 · Pion noir sur case blanche g6 · Pion noir sur case noire h6 · Cavalier noir sur case noire a5 · Pion noir sur case blanche b5 · Dame noire sur case blanche d5 · Pion noir sur case noire e5 · Pion blanc sur case noire b4 · Fou blanc sur case blanche e4 · Pion blanc sur case noire c3 · Cavalier blanc sur case blanche f3 · Cavalier blanc sur case noire g3 · Pion blanc sur case blanche h3 · Pion blanc sur case blanche a2 · Fou blanc sur case noire d2 · Pion blanc sur case noire f2 · Pion blanc sur case blanche g2 · Tour blanche sur case noire a1 · Dame blanche sur case blanche d1 · Tour blanche sur case noire e1 · Roi blanc sur case noire g1 | Tour noire sur case blanche a8 · Tour noire sur case blanche e8 · Fou noir sur case noire f8 · Roi noir sur case blanche g8 · Fou noir sur case blanche b7 · Pion noir sur case blanche f7 · Pion noir sur case blanche a6 · Cavalier noir sur case noire f6 · Pion noir sur case blanche g6 · Pion noir sur case noire h6 · Cavalier noir sur case noire a5 · Pion noir sur case blanche b5 · Dame noire sur case blanche d5 · Pion noir sur case noire e5 · Pion blanc sur case noire b4 · Fou blanc sur case blanche e4 · Pion blanc sur case noire c3 · Cavalier blanc sur case blanche f3 · Cavalier blanc sur case noire g3 · Pion blanc sur case blanche h3 · Pion blanc sur case blanche a2 · Fou blanc sur case noire d2 · Pion blanc sur case noire f2 · Pion blanc sur case blanche g2 · Tour blanche sur case noire a1 · Dame blanche sur case blanche d1 · Tour blanche sur case noire e1 · Roi blanc sur case noire g1 | Tour noire sur case blanche a8 · Tour noire sur case blanche e8 · Fou noir sur case noire f8 · Roi noir sur case blanche g8 · Fou noir sur case blanche b7 · Pion noir sur case blanche f7 · Pion noir sur case blanche a6 · Cavalier noir sur case noire f6 · Pion noir sur case blanche g6 · Pion noir sur case noire h6 · Cavalier noir sur case noire a5 · Pion noir sur case blanche b5 · Dame noire sur case blanche d5 · Pion noir sur case noire e5 · Pion blanc sur case noire b4 · Fou blanc sur case blanche e4 · Pion blanc sur case noire c3 · Cavalier blanc sur case blanche f3 · Cavalier blanc sur case noire g3 · Pion blanc sur case blanche h3 · Pion blanc sur case blanche a2 · Fou blanc sur case noire d2 · Pion blanc sur case noire f2 · Pion blanc sur case blanche g2 · Tour blanche sur case noire a1 · Dame blanche sur case blanche d1 · Tour blanche sur case noire e1 · Roi blanc sur case noire g1 | Tour noire sur case blanche a8 · Tour noire sur case blanche e8 · Fou noir sur case noire f8 · Roi noir sur case blanche g8 · Fou noir sur case blanche b7 · Pion noir sur case blanche f7 · Pion noir sur case blanche a6 · Cavalier noir sur case noire f6 · Pion noir sur case blanche g6 · Pion noir sur case noire h6 · Cavalier noir sur case noire a5 · Pion noir sur case blanche b5 · Dame noire sur case blanche d5 · Pion noir sur case noire e5 · Pion blanc sur case noire b4 · Fou blanc sur case blanche e4 · Pion blanc sur case noire c3 · Cavalier blanc sur case blanche f3 · Cavalier blanc sur case noire g3 · Pion blanc sur case blanche h3 · Pion blanc sur case blanche a2 · Fou blanc sur case noire d2 · Pion blanc sur case noire f2 · Pion blanc sur case blanche g2 · Tour blanche sur case noire a1 · Dame blanche sur case blanche d1 · Tour blanche sur case noire e1 · Roi blanc sur case noire g1 | Tour noire sur case blanche a8 · Tour noire sur case blanche e8 · Fou noir sur case noire f8 · Roi noir sur case blanche g8 · Fou noir sur case blanche b7 · Pion noir sur case blanche f7 · Pion noir sur case blanche a6 · Cavalier noir sur case noire f6 · Pion noir sur case blanche g6 · Pion noir sur case noire h6 · Cavalier noir sur case noire a5 · Pion noir sur case blanche b5 · Dame noire sur case blanche d5 · Pion noir sur case noire e5 · Pion blanc sur case noire b4 · Fou blanc sur case blanche e4 · Pion blanc sur case noire c3 · Cavalier blanc sur case blanche f3 · Cavalier blanc sur case noire g3 · Pion blanc sur case blanche h3 · Pion blanc sur case blanche a2 · Fou blanc sur case noire d2 · Pion blanc sur case noire f2 · Pion blanc sur case blanche g2 · Tour blanche sur case noire a1 · Dame blanche sur case blanche d1 · Tour blanche sur case noire e1 · Roi blanc sur case noire g1 | 8 |
| 7 | Tour noire sur case blanche a8 · Tour noire sur case blanche e8 · Fou noir sur case noire f8 · Roi noir sur case blanche g8 · Fou noir sur case blanche b7 · Pion noir sur case blanche f7 · Pion noir sur case blanche a6 · Cavalier noir sur case noire f6 · Pion noir sur case blanche g6 · Pion noir sur case noire h6 · Cavalier noir sur case noire a5 · Pion noir sur case blanche b5 · Dame noire sur case blanche d5 · Pion noir sur case noire e5 · Pion blanc sur case noire b4 · Fou blanc sur case blanche e4 · Pion blanc sur case noire c3 · Cavalier blanc sur case blanche f3 · Cavalier blanc sur case noire g3 · Pion blanc sur case blanche h3 · Pion blanc sur case blanche a2 · Fou blanc sur case noire d2 · Pion blanc sur case noire f2 · Pion blanc sur case blanche g2 · Tour blanche sur case noire a1 · Dame blanche sur case blanche d1 · Tour blanche sur case noire e1 · Roi blanc sur case noire g1 | Tour noire sur case blanche a8 · Tour noire sur case blanche e8 · Fou noir sur case noire f8 · Roi noir sur case blanche g8 · Fou noir sur case blanche b7 · Pion noir sur case blanche f7 · Pion noir sur case blanche a6 · Cavalier noir sur case noire f6 · Pion noir sur case blanche g6 · Pion noir sur case noire h6 · Cavalier noir sur case noire a5 · Pion noir sur case blanche b5 · Dame noire sur case blanche d5 · Pion noir sur case noire e5 · Pion blanc sur case noire b4 · Fou blanc sur case blanche e4 · Pion blanc sur case noire c3 · Cavalier blanc sur case blanche f3 · Cavalier blanc sur case noire g3 · Pion blanc sur case blanche h3 · Pion blanc sur case blanche a2 · Fou blanc sur case noire d2 · Pion blanc sur case noire f2 · Pion blanc sur case blanche g2 · Tour blanche sur case noire a1 · Dame blanche sur case blanche d1 · Tour blanche sur case noire e1 · Roi blanc sur case noire g1 | Tour noire sur case blanche a8 · Tour noire sur case blanche e8 · Fou noir sur case noire f8 · Roi noir sur case blanche g8 · Fou noir sur case blanche b7 · Pion noir sur case blanche f7 · Pion noir sur case blanche a6 · Cavalier noir sur case noire f6 · Pion noir sur case blanche g6 · Pion noir sur case noire h6 · Cavalier noir sur case noire a5 · Pion noir sur case blanche b5 · Dame noire sur case blanche d5 · Pion noir sur case noire e5 · Pion blanc sur case noire b4 · Fou blanc sur case blanche e4 · Pion blanc sur case noire c3 · Cavalier blanc sur case blanche f3 · Cavalier blanc sur case noire g3 · Pion blanc sur case blanche h3 · Pion blanc sur case blanche a2 · Fou blanc sur case noire d2 · Pion blanc sur case noire f2 · Pion blanc sur case blanche g2 · Tour blanche sur case noire a1 · Dame blanche sur case blanche d1 · Tour blanche sur case noire e1 · Roi blanc sur case noire g1 | Tour noire sur case blanche a8 · Tour noire sur case blanche e8 · Fou noir sur case noire f8 · Roi noir sur case blanche g8 · Fou noir sur case blanche b7 · Pion noir sur case blanche f7 · Pion noir sur case blanche a6 · Cavalier noir sur case noire f6 · Pion noir sur case blanche g6 · Pion noir sur case noire h6 · Cavalier noir sur case noire a5 · Pion noir sur case blanche b5 · Dame noire sur case blanche d5 · Pion noir sur case noire e5 · Pion blanc sur case noire b4 · Fou blanc sur case blanche e4 · Pion blanc sur case noire c3 · Cavalier blanc sur case blanche f3 · Cavalier blanc sur case noire g3 · Pion blanc sur case blanche h3 · Pion blanc sur case blanche a2 · Fou blanc sur case noire d2 · Pion blanc sur case noire f2 · Pion blanc sur case blanche g2 · Tour blanche sur case noire a1 · Dame blanche sur case blanche d1 · Tour blanche sur case noire e1 · Roi blanc sur case noire g1 | Tour noire sur case blanche a8 · Tour noire sur case blanche e8 · Fou noir sur case noire f8 · Roi noir sur case blanche g8 · Fou noir sur case blanche b7 · Pion noir sur case blanche f7 · Pion noir sur case blanche a6 · Cavalier noir sur case noire f6 · Pion noir sur case blanche g6 · Pion noir sur case noire h6 · Cavalier noir sur case noire a5 · Pion noir sur case blanche b5 · Dame noire sur case blanche d5 · Pion noir sur case noire e5 · Pion blanc sur case noire b4 · Fou blanc sur case blanche e4 · Pion blanc sur case noire c3 · Cavalier blanc sur case blanche f3 · Cavalier blanc sur case noire g3 · Pion blanc sur case blanche h3 · Pion blanc sur case blanche a2 · Fou blanc sur case noire d2 · Pion blanc sur case noire f2 · Pion blanc sur case blanche g2 · Tour blanche sur case noire a1 · Dame blanche sur case blanche d1 · Tour blanche sur case noire e1 · Roi blanc sur case noire g1 | Tour noire sur case blanche a8 · Tour noire sur case blanche e8 · Fou noir sur case noire f8 · Roi noir sur case blanche g8 · Fou noir sur case blanche b7 · Pion noir sur case blanche f7 · Pion noir sur case blanche a6 · Cavalier noir sur case noire f6 · Pion noir sur case blanche g6 · Pion noir sur case noire h6 · Cavalier noir sur case noire a5 · Pion noir sur case blanche b5 · Dame noire sur case blanche d5 · Pion noir sur case noire e5 · Pion blanc sur case noire b4 · Fou blanc sur case blanche e4 · Pion blanc sur case noire c3 · Cavalier blanc sur case blanche f3 · Cavalier blanc sur case noire g3 · Pion blanc sur case blanche h3 · Pion blanc sur case blanche a2 · Fou blanc sur case noire d2 · Pion blanc sur case noire f2 · Pion blanc sur case blanche g2 · Tour blanche sur case noire a1 · Dame blanche sur case blanche d1 · Tour blanche sur case noire e1 · Roi blanc sur case noire g1 | Tour noire sur case blanche a8 · Tour noire sur case blanche e8 · Fou noir sur case noire f8 · Roi noir sur case blanche g8 · Fou noir sur case blanche b7 · Pion noir sur case blanche f7 · Pion noir sur case blanche a6 · Cavalier noir sur case noire f6 · Pion noir sur case blanche g6 · Pion noir sur case noire h6 · Cavalier noir sur case noire a5 · Pion noir sur case blanche b5 · Dame noire sur case blanche d5 · Pion noir sur case noire e5 · Pion blanc sur case noire b4 · Fou blanc sur case blanche e4 · Pion blanc sur case noire c3 · Cavalier blanc sur case blanche f3 · Cavalier blanc sur case noire g3 · Pion blanc sur case blanche h3 · Pion blanc sur case blanche a2 · Fou blanc sur case noire d2 · Pion blanc sur case noire f2 · Pion blanc sur case blanche g2 · Tour blanche sur case noire a1 · Dame blanche sur case blanche d1 · Tour blanche sur case noire e1 · Roi blanc sur case noire g1 | Tour noire sur case blanche a8 · Tour noire sur case blanche e8 · Fou noir sur case noire f8 · Roi noir sur case blanche g8 · Fou noir sur case blanche b7 · Pion noir sur case blanche f7 · Pion noir sur case blanche a6 · Cavalier noir sur case noire f6 · Pion noir sur case blanche g6 · Pion noir sur case noire h6 · Cavalier noir sur case noire a5 · Pion noir sur case blanche b5 · Dame noire sur case blanche d5 · Pion noir sur case noire e5 · Pion blanc sur case noire b4 · Fou blanc sur case blanche e4 · Pion blanc sur case noire c3 · Cavalier blanc sur case blanche f3 · Cavalier blanc sur case noire g3 · Pion blanc sur case blanche h3 · Pion blanc sur case blanche a2 · Fou blanc sur case noire d2 · Pion blanc sur case noire f2 · Pion blanc sur case blanche g2 · Tour blanche sur case noire a1 · Dame blanche sur case blanche d1 · Tour blanche sur case noire e1 · Roi blanc sur case noire g1 | 7 |
| 6 | Tour noire sur case blanche a8 · Tour noire sur case blanche e8 · Fou noir sur case noire f8 · Roi noir sur case blanche g8 · Fou noir sur case blanche b7 · Pion noir sur case blanche f7 · Pion noir sur case blanche a6 · Cavalier noir sur case noire f6 · Pion noir sur case blanche g6 · Pion noir sur case noire h6 · Cavalier noir sur case noire a5 · Pion noir sur case blanche b5 · Dame noire sur case blanche d5 · Pion noir sur case noire e5 · Pion blanc sur case noire b4 · Fou blanc sur case blanche e4 · Pion blanc sur case noire c3 · Cavalier blanc sur case blanche f3 · Cavalier blanc sur case noire g3 · Pion blanc sur case blanche h3 · Pion blanc sur case blanche a2 · Fou blanc sur case noire d2 · Pion blanc sur case noire f2 · Pion blanc sur case blanche g2 · Tour blanche sur case noire a1 · Dame blanche sur case blanche d1 · Tour blanche sur case noire e1 · Roi blanc sur case noire g1 | Tour noire sur case blanche a8 · Tour noire sur case blanche e8 · Fou noir sur case noire f8 · Roi noir sur case blanche g8 · Fou noir sur case blanche b7 · Pion noir sur case blanche f7 · Pion noir sur case blanche a6 · Cavalier noir sur case noire f6 · Pion noir sur case blanche g6 · Pion noir sur case noire h6 · Cavalier noir sur case noire a5 · Pion noir sur case blanche b5 · Dame noire sur case blanche d5 · Pion noir sur case noire e5 · Pion blanc sur case noire b4 · Fou blanc sur case blanche e4 · Pion blanc sur case noire c3 · Cavalier blanc sur case blanche f3 · Cavalier blanc sur case noire g3 · Pion blanc sur case blanche h3 · Pion blanc sur case blanche a2 · Fou blanc sur case noire d2 · Pion blanc sur case noire f2 · Pion blanc sur case blanche g2 · Tour blanche sur case noire a1 · Dame blanche sur case blanche d1 · Tour blanche sur case noire e1 · Roi blanc sur case noire g1 | Tour noire sur case blanche a8 · Tour noire sur case blanche e8 · Fou noir sur case noire f8 · Roi noir sur case blanche g8 · Fou noir sur case blanche b7 · Pion noir sur case blanche f7 · Pion noir sur case blanche a6 · Cavalier noir sur case noire f6 · Pion noir sur case blanche g6 · Pion noir sur case noire h6 · Cavalier noir sur case noire a5 · Pion noir sur case blanche b5 · Dame noire sur case blanche d5 · Pion noir sur case noire e5 · Pion blanc sur case noire b4 · Fou blanc sur case blanche e4 · Pion blanc sur case noire c3 · Cavalier blanc sur case blanche f3 · Cavalier blanc sur case noire g3 · Pion blanc sur case blanche h3 · Pion blanc sur case blanche a2 · Fou blanc sur case noire d2 · Pion blanc sur case noire f2 · Pion blanc sur case blanche g2 · Tour blanche sur case noire a1 · Dame blanche sur case blanche d1 · Tour blanche sur case noire e1 · Roi blanc sur case noire g1 | Tour noire sur case blanche a8 · Tour noire sur case blanche e8 · Fou noir sur case noire f8 · Roi noir sur case blanche g8 · Fou noir sur case blanche b7 · Pion noir sur case blanche f7 · Pion noir sur case blanche a6 · Cavalier noir sur case noire f6 · Pion noir sur case blanche g6 · Pion noir sur case noire h6 · Cavalier noir sur case noire a5 · Pion noir sur case blanche b5 · Dame noire sur case blanche d5 · Pion noir sur case noire e5 · Pion blanc sur case noire b4 · Fou blanc sur case blanche e4 · Pion blanc sur case noire c3 · Cavalier blanc sur case blanche f3 · Cavalier blanc sur case noire g3 · Pion blanc sur case blanche h3 · Pion blanc sur case blanche a2 · Fou blanc sur case noire d2 · Pion blanc sur case noire f2 · Pion blanc sur case blanche g2 · Tour blanche sur case noire a1 · Dame blanche sur case blanche d1 · Tour blanche sur case noire e1 · Roi blanc sur case noire g1 | Tour noire sur case blanche a8 · Tour noire sur case blanche e8 · Fou noir sur case noire f8 · Roi noir sur case blanche g8 · Fou noir sur case blanche b7 · Pion noir sur case blanche f7 · Pion noir sur case blanche a6 · Cavalier noir sur case noire f6 · Pion noir sur case blanche g6 · Pion noir sur case noire h6 · Cavalier noir sur case noire a5 · Pion noir sur case blanche b5 · Dame noire sur case blanche d5 · Pion noir sur case noire e5 · Pion blanc sur case noire b4 · Fou blanc sur case blanche e4 · Pion blanc sur case noire c3 · Cavalier blanc sur case blanche f3 · Cavalier blanc sur case noire g3 · Pion blanc sur case blanche h3 · Pion blanc sur case blanche a2 · Fou blanc sur case noire d2 · Pion blanc sur case noire f2 · Pion blanc sur case blanche g2 · Tour blanche sur case noire a1 · Dame blanche sur case blanche d1 · Tour blanche sur case noire e1 · Roi blanc sur case noire g1 | Tour noire sur case blanche a8 · Tour noire sur case blanche e8 · Fou noir sur case noire f8 · Roi noir sur case blanche g8 · Fou noir sur case blanche b7 · Pion noir sur case blanche f7 · Pion noir sur case blanche a6 · Cavalier noir sur case noire f6 · Pion noir sur case blanche g6 · Pion noir sur case noire h6 · Cavalier noir sur case noire a5 · Pion noir sur case blanche b5 · Dame noire sur case blanche d5 · Pion noir sur case noire e5 · Pion blanc sur case noire b4 · Fou blanc sur case blanche e4 · Pion blanc sur case noire c3 · Cavalier blanc sur case blanche f3 · Cavalier blanc sur case noire g3 · Pion blanc sur case blanche h3 · Pion blanc sur case blanche a2 · Fou blanc sur case noire d2 · Pion blanc sur case noire f2 · Pion blanc sur case blanche g2 · Tour blanche sur case noire a1 · Dame blanche sur case blanche d1 · Tour blanche sur case noire e1 · Roi blanc sur case noire g1 | Tour noire sur case blanche a8 · Tour noire sur case blanche e8 · Fou noir sur case noire f8 · Roi noir sur case blanche g8 · Fou noir sur case blanche b7 · Pion noir sur case blanche f7 · Pion noir sur case blanche a6 · Cavalier noir sur case noire f6 · Pion noir sur case blanche g6 · Pion noir sur case noire h6 · Cavalier noir sur case noire a5 · Pion noir sur case blanche b5 · Dame noire sur case blanche d5 · Pion noir sur case noire e5 · Pion blanc sur case noire b4 · Fou blanc sur case blanche e4 · Pion blanc sur case noire c3 · Cavalier blanc sur case blanche f3 · Cavalier blanc sur case noire g3 · Pion blanc sur case blanche h3 · Pion blanc sur case blanche a2 · Fou blanc sur case noire d2 · Pion blanc sur case noire f2 · Pion blanc sur case blanche g2 · Tour blanche sur case noire a1 · Dame blanche sur case blanche d1 · Tour blanche sur case noire e1 · Roi blanc sur case noire g1 | Tour noire sur case blanche a8 · Tour noire sur case blanche e8 · Fou noir sur case noire f8 · Roi noir sur case blanche g8 · Fou noir sur case blanche b7 · Pion noir sur case blanche f7 · Pion noir sur case blanche a6 · Cavalier noir sur case noire f6 · Pion noir sur case blanche g6 · Pion noir sur case noire h6 · Cavalier noir sur case noire a5 · Pion noir sur case blanche b5 · Dame noire sur case blanche d5 · Pion noir sur case noire e5 · Pion blanc sur case noire b4 · Fou blanc sur case blanche e4 · Pion blanc sur case noire c3 · Cavalier blanc sur case blanche f3 · Cavalier blanc sur case noire g3 · Pion blanc sur case blanche h3 · Pion blanc sur case blanche a2 · Fou blanc sur case noire d2 · Pion blanc sur case noire f2 · Pion blanc sur case blanche g2 · Tour blanche sur case noire a1 · Dame blanche sur case blanche d1 · Tour blanche sur case noire e1 · Roi blanc sur case noire g1 | 6 |
| 5 | Tour noire sur case blanche a8 · Tour noire sur case blanche e8 · Fou noir sur case noire f8 · Roi noir sur case blanche g8 · Fou noir sur case blanche b7 · Pion noir sur case blanche f7 · Pion noir sur case blanche a6 · Cavalier noir sur case noire f6 · Pion noir sur case blanche g6 · Pion noir sur case noire h6 · Cavalier noir sur case noire a5 · Pion noir sur case blanche b5 · Dame noire sur case blanche d5 · Pion noir sur case noire e5 · Pion blanc sur case noire b4 · Fou blanc sur case blanche e4 · Pion blanc sur case noire c3 · Cavalier blanc sur case blanche f3 · Cavalier blanc sur case noire g3 · Pion blanc sur case blanche h3 · Pion blanc sur case blanche a2 · Fou blanc sur case noire d2 · Pion blanc sur case noire f2 · Pion blanc sur case blanche g2 · Tour blanche sur case noire a1 · Dame blanche sur case blanche d1 · Tour blanche sur case noire e1 · Roi blanc sur case noire g1 | Tour noire sur case blanche a8 · Tour noire sur case blanche e8 · Fou noir sur case noire f8 · Roi noir sur case blanche g8 · Fou noir sur case blanche b7 · Pion noir sur case blanche f7 · Pion noir sur case blanche a6 · Cavalier noir sur case noire f6 · Pion noir sur case blanche g6 · Pion noir sur case noire h6 · Cavalier noir sur case noire a5 · Pion noir sur case blanche b5 · Dame noire sur case blanche d5 · Pion noir sur case noire e5 · Pion blanc sur case noire b4 · Fou blanc sur case blanche e4 · Pion blanc sur case noire c3 · Cavalier blanc sur case blanche f3 · Cavalier blanc sur case noire g3 · Pion blanc sur case blanche h3 · Pion blanc sur case blanche a2 · Fou blanc sur case noire d2 · Pion blanc sur case noire f2 · Pion blanc sur case blanche g2 · Tour blanche sur case noire a1 · Dame blanche sur case blanche d1 · Tour blanche sur case noire e1 · Roi blanc sur case noire g1 | Tour noire sur case blanche a8 · Tour noire sur case blanche e8 · Fou noir sur case noire f8 · Roi noir sur case blanche g8 · Fou noir sur case blanche b7 · Pion noir sur case blanche f7 · Pion noir sur case blanche a6 · Cavalier noir sur case noire f6 · Pion noir sur case blanche g6 · Pion noir sur case noire h6 · Cavalier noir sur case noire a5 · Pion noir sur case blanche b5 · Dame noire sur case blanche d5 · Pion noir sur case noire e5 · Pion blanc sur case noire b4 · Fou blanc sur case blanche e4 · Pion blanc sur case noire c3 · Cavalier blanc sur case blanche f3 · Cavalier blanc sur case noire g3 · Pion blanc sur case blanche h3 · Pion blanc sur case blanche a2 · Fou blanc sur case noire d2 · Pion blanc sur case noire f2 · Pion blanc sur case blanche g2 · Tour blanche sur case noire a1 · Dame blanche sur case blanche d1 · Tour blanche sur case noire e1 · Roi blanc sur case noire g1 | Tour noire sur case blanche a8 · Tour noire sur case blanche e8 · Fou noir sur case noire f8 · Roi noir sur case blanche g8 · Fou noir sur case blanche b7 · Pion noir sur case blanche f7 · Pion noir sur case blanche a6 · Cavalier noir sur case noire f6 · Pion noir sur case blanche g6 · Pion noir sur case noire h6 · Cavalier noir sur case noire a5 · Pion noir sur case blanche b5 · Dame noire sur case blanche d5 · Pion noir sur case noire e5 · Pion blanc sur case noire b4 · Fou blanc sur case blanche e4 · Pion blanc sur case noire c3 · Cavalier blanc sur case blanche f3 · Cavalier blanc sur case noire g3 · Pion blanc sur case blanche h3 · Pion blanc sur case blanche a2 · Fou blanc sur case noire d2 · Pion blanc sur case noire f2 · Pion blanc sur case blanche g2 · Tour blanche sur case noire a1 · Dame blanche sur case blanche d1 · Tour blanche sur case noire e1 · Roi blanc sur case noire g1 | Tour noire sur case blanche a8 · Tour noire sur case blanche e8 · Fou noir sur case noire f8 · Roi noir sur case blanche g8 · Fou noir sur case blanche b7 · Pion noir sur case blanche f7 · Pion noir sur case blanche a6 · Cavalier noir sur case noire f6 · Pion noir sur case blanche g6 · Pion noir sur case noire h6 · Cavalier noir sur case noire a5 · Pion noir sur case blanche b5 · Dame noire sur case blanche d5 · Pion noir sur case noire e5 · Pion blanc sur case noire b4 · Fou blanc sur case blanche e4 · Pion blanc sur case noire c3 · Cavalier blanc sur case blanche f3 · Cavalier blanc sur case noire g3 · Pion blanc sur case blanche h3 · Pion blanc sur case blanche a2 · Fou blanc sur case noire d2 · Pion blanc sur case noire f2 · Pion blanc sur case blanche g2 · Tour blanche sur case noire a1 · Dame blanche sur case blanche d1 · Tour blanche sur case noire e1 · Roi blanc sur case noire g1 | Tour noire sur case blanche a8 · Tour noire sur case blanche e8 · Fou noir sur case noire f8 · Roi noir sur case blanche g8 · Fou noir sur case blanche b7 · Pion noir sur case blanche f7 · Pion noir sur case blanche a6 · Cavalier noir sur case noire f6 · Pion noir sur case blanche g6 · Pion noir sur case noire h6 · Cavalier noir sur case noire a5 · Pion noir sur case blanche b5 · Dame noire sur case blanche d5 · Pion noir sur case noire e5 · Pion blanc sur case noire b4 · Fou blanc sur case blanche e4 · Pion blanc sur case noire c3 · Cavalier blanc sur case blanche f3 · Cavalier blanc sur case noire g3 · Pion blanc sur case blanche h3 · Pion blanc sur case blanche a2 · Fou blanc sur case noire d2 · Pion blanc sur case noire f2 · Pion blanc sur case blanche g2 · Tour blanche sur case noire a1 · Dame blanche sur case blanche d1 · Tour blanche sur case noire e1 · Roi blanc sur case noire g1 | Tour noire sur case blanche a8 · Tour noire sur case blanche e8 · Fou noir sur case noire f8 · Roi noir sur case blanche g8 · Fou noir sur case blanche b7 · Pion noir sur case blanche f7 · Pion noir sur case blanche a6 · Cavalier noir sur case noire f6 · Pion noir sur case blanche g6 · Pion noir sur case noire h6 · Cavalier noir sur case noire a5 · Pion noir sur case blanche b5 · Dame noire sur case blanche d5 · Pion noir sur case noire e5 · Pion blanc sur case noire b4 · Fou blanc sur case blanche e4 · Pion blanc sur case noire c3 · Cavalier blanc sur case blanche f3 · Cavalier blanc sur case noire g3 · Pion blanc sur case blanche h3 · Pion blanc sur case blanche a2 · Fou blanc sur case noire d2 · Pion blanc sur case noire f2 · Pion blanc sur case blanche g2 · Tour blanche sur case noire a1 · Dame blanche sur case blanche d1 · Tour blanche sur case noire e1 · Roi blanc sur case noire g1 | Tour noire sur case blanche a8 · Tour noire sur case blanche e8 · Fou noir sur case noire f8 · Roi noir sur case blanche g8 · Fou noir sur case blanche b7 · Pion noir sur case blanche f7 · Pion noir sur case blanche a6 · Cavalier noir sur case noire f6 · Pion noir sur case blanche g6 · Pion noir sur case noire h6 · Cavalier noir sur case noire a5 · Pion noir sur case blanche b5 · Dame noire sur case blanche d5 · Pion noir sur case noire e5 · Pion blanc sur case noire b4 · Fou blanc sur case blanche e4 · Pion blanc sur case noire c3 · Cavalier blanc sur case blanche f3 · Cavalier blanc sur case noire g3 · Pion blanc sur case blanche h3 · Pion blanc sur case blanche a2 · Fou blanc sur case noire d2 · Pion blanc sur case noire f2 · Pion blanc sur case blanche g2 · Tour blanche sur case noire a1 · Dame blanche sur case blanche d1 · Tour blanche sur case noire e1 · Roi blanc sur case noire g1 | 5 |
| 4 | Tour noire sur case blanche a8 · Tour noire sur case blanche e8 · Fou noir sur case noire f8 · Roi noir sur case blanche g8 · Fou noir sur case blanche b7 · Pion noir sur case blanche f7 · Pion noir sur case blanche a6 · Cavalier noir sur case noire f6 · Pion noir sur case blanche g6 · Pion noir sur case noire h6 · Cavalier noir sur case noire a5 · Pion noir sur case blanche b5 · Dame noire sur case blanche d5 · Pion noir sur case noire e5 · Pion blanc sur case noire b4 · Fou blanc sur case blanche e4 · Pion blanc sur case noire c3 · Cavalier blanc sur case blanche f3 · Cavalier blanc sur case noire g3 · Pion blanc sur case blanche h3 · Pion blanc sur case blanche a2 · Fou blanc sur case noire d2 · Pion blanc sur case noire f2 · Pion blanc sur case blanche g2 · Tour blanche sur case noire a1 · Dame blanche sur case blanche d1 · Tour blanche sur case noire e1 · Roi blanc sur case noire g1 | Tour noire sur case blanche a8 · Tour noire sur case blanche e8 · Fou noir sur case noire f8 · Roi noir sur case blanche g8 · Fou noir sur case blanche b7 · Pion noir sur case blanche f7 · Pion noir sur case blanche a6 · Cavalier noir sur case noire f6 · Pion noir sur case blanche g6 · Pion noir sur case noire h6 · Cavalier noir sur case noire a5 · Pion noir sur case blanche b5 · Dame noire sur case blanche d5 · Pion noir sur case noire e5 · Pion blanc sur case noire b4 · Fou blanc sur case blanche e4 · Pion blanc sur case noire c3 · Cavalier blanc sur case blanche f3 · Cavalier blanc sur case noire g3 · Pion blanc sur case blanche h3 · Pion blanc sur case blanche a2 · Fou blanc sur case noire d2 · Pion blanc sur case noire f2 · Pion blanc sur case blanche g2 · Tour blanche sur case noire a1 · Dame blanche sur case blanche d1 · Tour blanche sur case noire e1 · Roi blanc sur case noire g1 | Tour noire sur case blanche a8 · Tour noire sur case blanche e8 · Fou noir sur case noire f8 · Roi noir sur case blanche g8 · Fou noir sur case blanche b7 · Pion noir sur case blanche f7 · Pion noir sur case blanche a6 · Cavalier noir sur case noire f6 · Pion noir sur case blanche g6 · Pion noir sur case noire h6 · Cavalier noir sur case noire a5 · Pion noir sur case blanche b5 · Dame noire sur case blanche d5 · Pion noir sur case noire e5 · Pion blanc sur case noire b4 · Fou blanc sur case blanche e4 · Pion blanc sur case noire c3 · Cavalier blanc sur case blanche f3 · Cavalier blanc sur case noire g3 · Pion blanc sur case blanche h3 · Pion blanc sur case blanche a2 · Fou blanc sur case noire d2 · Pion blanc sur case noire f2 · Pion blanc sur case blanche g2 · Tour blanche sur case noire a1 · Dame blanche sur case blanche d1 · Tour blanche sur case noire e1 · Roi blanc sur case noire g1 | Tour noire sur case blanche a8 · Tour noire sur case blanche e8 · Fou noir sur case noire f8 · Roi noir sur case blanche g8 · Fou noir sur case blanche b7 · Pion noir sur case blanche f7 · Pion noir sur case blanche a6 · Cavalier noir sur case noire f6 · Pion noir sur case blanche g6 · Pion noir sur case noire h6 · Cavalier noir sur case noire a5 · Pion noir sur case blanche b5 · Dame noire sur case blanche d5 · Pion noir sur case noire e5 · Pion blanc sur case noire b4 · Fou blanc sur case blanche e4 · Pion blanc sur case noire c3 · Cavalier blanc sur case blanche f3 · Cavalier blanc sur case noire g3 · Pion blanc sur case blanche h3 · Pion blanc sur case blanche a2 · Fou blanc sur case noire d2 · Pion blanc sur case noire f2 · Pion blanc sur case blanche g2 · Tour blanche sur case noire a1 · Dame blanche sur case blanche d1 · Tour blanche sur case noire e1 · Roi blanc sur case noire g1 | Tour noire sur case blanche a8 · Tour noire sur case blanche e8 · Fou noir sur case noire f8 · Roi noir sur case blanche g8 · Fou noir sur case blanche b7 · Pion noir sur case blanche f7 · Pion noir sur case blanche a6 · Cavalier noir sur case noire f6 · Pion noir sur case blanche g6 · Pion noir sur case noire h6 · Cavalier noir sur case noire a5 · Pion noir sur case blanche b5 · Dame noire sur case blanche d5 · Pion noir sur case noire e5 · Pion blanc sur case noire b4 · Fou blanc sur case blanche e4 · Pion blanc sur case noire c3 · Cavalier blanc sur case blanche f3 · Cavalier blanc sur case noire g3 · Pion blanc sur case blanche h3 · Pion blanc sur case blanche a2 · Fou blanc sur case noire d2 · Pion blanc sur case noire f2 · Pion blanc sur case blanche g2 · Tour blanche sur case noire a1 · Dame blanche sur case blanche d1 · Tour blanche sur case noire e1 · Roi blanc sur case noire g1 | Tour noire sur case blanche a8 · Tour noire sur case blanche e8 · Fou noir sur case noire f8 · Roi noir sur case blanche g8 · Fou noir sur case blanche b7 · Pion noir sur case blanche f7 · Pion noir sur case blanche a6 · Cavalier noir sur case noire f6 · Pion noir sur case blanche g6 · Pion noir sur case noire h6 · Cavalier noir sur case noire a5 · Pion noir sur case blanche b5 · Dame noire sur case blanche d5 · Pion noir sur case noire e5 · Pion blanc sur case noire b4 · Fou blanc sur case blanche e4 · Pion blanc sur case noire c3 · Cavalier blanc sur case blanche f3 · Cavalier blanc sur case noire g3 · Pion blanc sur case blanche h3 · Pion blanc sur case blanche a2 · Fou blanc sur case noire d2 · Pion blanc sur case noire f2 · Pion blanc sur case blanche g2 · Tour blanche sur case noire a1 · Dame blanche sur case blanche d1 · Tour blanche sur case noire e1 · Roi blanc sur case noire g1 | Tour noire sur case blanche a8 · Tour noire sur case blanche e8 · Fou noir sur case noire f8 · Roi noir sur case blanche g8 · Fou noir sur case blanche b7 · Pion noir sur case blanche f7 · Pion noir sur case blanche a6 · Cavalier noir sur case noire f6 · Pion noir sur case blanche g6 · Pion noir sur case noire h6 · Cavalier noir sur case noire a5 · Pion noir sur case blanche b5 · Dame noire sur case blanche d5 · Pion noir sur case noire e5 · Pion blanc sur case noire b4 · Fou blanc sur case blanche e4 · Pion blanc sur case noire c3 · Cavalier blanc sur case blanche f3 · Cavalier blanc sur case noire g3 · Pion blanc sur case blanche h3 · Pion blanc sur case blanche a2 · Fou blanc sur case noire d2 · Pion blanc sur case noire f2 · Pion blanc sur case blanche g2 · Tour blanche sur case noire a1 · Dame blanche sur case blanche d1 · Tour blanche sur case noire e1 · Roi blanc sur case noire g1 | Tour noire sur case blanche a8 · Tour noire sur case blanche e8 · Fou noir sur case noire f8 · Roi noir sur case blanche g8 · Fou noir sur case blanche b7 · Pion noir sur case blanche f7 · Pion noir sur case blanche a6 · Cavalier noir sur case noire f6 · Pion noir sur case blanche g6 · Pion noir sur case noire h6 · Cavalier noir sur case noire a5 · Pion noir sur case blanche b5 · Dame noire sur case blanche d5 · Pion noir sur case noire e5 · Pion blanc sur case noire b4 · Fou blanc sur case blanche e4 · Pion blanc sur case noire c3 · Cavalier blanc sur case blanche f3 · Cavalier blanc sur case noire g3 · Pion blanc sur case blanche h3 · Pion blanc sur case blanche a2 · Fou blanc sur case noire d2 · Pion blanc sur case noire f2 · Pion blanc sur case blanche g2 · Tour blanche sur case noire a1 · Dame blanche sur case blanche d1 · Tour blanche sur case noire e1 · Roi blanc sur case noire g1 | 4 |
| 3 | Tour noire sur case blanche a8 · Tour noire sur case blanche e8 · Fou noir sur case noire f8 · Roi noir sur case blanche g8 · Fou noir sur case blanche b7 · Pion noir sur case blanche f7 · Pion noir sur case blanche a6 · Cavalier noir sur case noire f6 · Pion noir sur case blanche g6 · Pion noir sur case noire h6 · Cavalier noir sur case noire a5 · Pion noir sur case blanche b5 · Dame noire sur case blanche d5 · Pion noir sur case noire e5 · Pion blanc sur case noire b4 · Fou blanc sur case blanche e4 · Pion blanc sur case noire c3 · Cavalier blanc sur case blanche f3 · Cavalier blanc sur case noire g3 · Pion blanc sur case blanche h3 · Pion blanc sur case blanche a2 · Fou blanc sur case noire d2 · Pion blanc sur case noire f2 · Pion blanc sur case blanche g2 · Tour blanche sur case noire a1 · Dame blanche sur case blanche d1 · Tour blanche sur case noire e1 · Roi blanc sur case noire g1 | Tour noire sur case blanche a8 · Tour noire sur case blanche e8 · Fou noir sur case noire f8 · Roi noir sur case blanche g8 · Fou noir sur case blanche b7 · Pion noir sur case blanche f7 · Pion noir sur case blanche a6 · Cavalier noir sur case noire f6 · Pion noir sur case blanche g6 · Pion noir sur case noire h6 · Cavalier noir sur case noire a5 · Pion noir sur case blanche b5 · Dame noire sur case blanche d5 · Pion noir sur case noire e5 · Pion blanc sur case noire b4 · Fou blanc sur case blanche e4 · Pion blanc sur case noire c3 · Cavalier blanc sur case blanche f3 · Cavalier blanc sur case noire g3 · Pion blanc sur case blanche h3 · Pion blanc sur case blanche a2 · Fou blanc sur case noire d2 · Pion blanc sur case noire f2 · Pion blanc sur case blanche g2 · Tour blanche sur case noire a1 · Dame blanche sur case blanche d1 · Tour blanche sur case noire e1 · Roi blanc sur case noire g1 | Tour noire sur case blanche a8 · Tour noire sur case blanche e8 · Fou noir sur case noire f8 · Roi noir sur case blanche g8 · Fou noir sur case blanche b7 · Pion noir sur case blanche f7 · Pion noir sur case blanche a6 · Cavalier noir sur case noire f6 · Pion noir sur case blanche g6 · Pion noir sur case noire h6 · Cavalier noir sur case noire a5 · Pion noir sur case blanche b5 · Dame noire sur case blanche d5 · Pion noir sur case noire e5 · Pion blanc sur case noire b4 · Fou blanc sur case blanche e4 · Pion blanc sur case noire c3 · Cavalier blanc sur case blanche f3 · Cavalier blanc sur case noire g3 · Pion blanc sur case blanche h3 · Pion blanc sur case blanche a2 · Fou blanc sur case noire d2 · Pion blanc sur case noire f2 · Pion blanc sur case blanche g2 · Tour blanche sur case noire a1 · Dame blanche sur case blanche d1 · Tour blanche sur case noire e1 · Roi blanc sur case noire g1 | Tour noire sur case blanche a8 · Tour noire sur case blanche e8 · Fou noir sur case noire f8 · Roi noir sur case blanche g8 · Fou noir sur case blanche b7 · Pion noir sur case blanche f7 · Pion noir sur case blanche a6 · Cavalier noir sur case noire f6 · Pion noir sur case blanche g6 · Pion noir sur case noire h6 · Cavalier noir sur case noire a5 · Pion noir sur case blanche b5 · Dame noire sur case blanche d5 · Pion noir sur case noire e5 · Pion blanc sur case noire b4 · Fou blanc sur case blanche e4 · Pion blanc sur case noire c3 · Cavalier blanc sur case blanche f3 · Cavalier blanc sur case noire g3 · Pion blanc sur case blanche h3 · Pion blanc sur case blanche a2 · Fou blanc sur case noire d2 · Pion blanc sur case noire f2 · Pion blanc sur case blanche g2 · Tour blanche sur case noire a1 · Dame blanche sur case blanche d1 · Tour blanche sur case noire e1 · Roi blanc sur case noire g1 | Tour noire sur case blanche a8 · Tour noire sur case blanche e8 · Fou noir sur case noire f8 · Roi noir sur case blanche g8 · Fou noir sur case blanche b7 · Pion noir sur case blanche f7 · Pion noir sur case blanche a6 · Cavalier noir sur case noire f6 · Pion noir sur case blanche g6 · Pion noir sur case noire h6 · Cavalier noir sur case noire a5 · Pion noir sur case blanche b5 · Dame noire sur case blanche d5 · Pion noir sur case noire e5 · Pion blanc sur case noire b4 · Fou blanc sur case blanche e4 · Pion blanc sur case noire c3 · Cavalier blanc sur case blanche f3 · Cavalier blanc sur case noire g3 · Pion blanc sur case blanche h3 · Pion blanc sur case blanche a2 · Fou blanc sur case noire d2 · Pion blanc sur case noire f2 · Pion blanc sur case blanche g2 · Tour blanche sur case noire a1 · Dame blanche sur case blanche d1 · Tour blanche sur case noire e1 · Roi blanc sur case noire g1 | Tour noire sur case blanche a8 · Tour noire sur case blanche e8 · Fou noir sur case noire f8 · Roi noir sur case blanche g8 · Fou noir sur case blanche b7 · Pion noir sur case blanche f7 · Pion noir sur case blanche a6 · Cavalier noir sur case noire f6 · Pion noir sur case blanche g6 · Pion noir sur case noire h6 · Cavalier noir sur case noire a5 · Pion noir sur case blanche b5 · Dame noire sur case blanche d5 · Pion noir sur case noire e5 · Pion blanc sur case noire b4 · Fou blanc sur case blanche e4 · Pion blanc sur case noire c3 · Cavalier blanc sur case blanche f3 · Cavalier blanc sur case noire g3 · Pion blanc sur case blanche h3 · Pion blanc sur case blanche a2 · Fou blanc sur case noire d2 · Pion blanc sur case noire f2 · Pion blanc sur case blanche g2 · Tour blanche sur case noire a1 · Dame blanche sur case blanche d1 · Tour blanche sur case noire e1 · Roi blanc sur case noire g1 | Tour noire sur case blanche a8 · Tour noire sur case blanche e8 · Fou noir sur case noire f8 · Roi noir sur case blanche g8 · Fou noir sur case blanche b7 · Pion noir sur case blanche f7 · Pion noir sur case blanche a6 · Cavalier noir sur case noire f6 · Pion noir sur case blanche g6 · Pion noir sur case noire h6 · Cavalier noir sur case noire a5 · Pion noir sur case blanche b5 · Dame noire sur case blanche d5 · Pion noir sur case noire e5 · Pion blanc sur case noire b4 · Fou blanc sur case blanche e4 · Pion blanc sur case noire c3 · Cavalier blanc sur case blanche f3 · Cavalier blanc sur case noire g3 · Pion blanc sur case blanche h3 · Pion blanc sur case blanche a2 · Fou blanc sur case noire d2 · Pion blanc sur case noire f2 · Pion blanc sur case blanche g2 · Tour blanche sur case noire a1 · Dame blanche sur case blanche d1 · Tour blanche sur case noire e1 · Roi blanc sur case noire g1 | Tour noire sur case blanche a8 · Tour noire sur case blanche e8 · Fou noir sur case noire f8 · Roi noir sur case blanche g8 · Fou noir sur case blanche b7 · Pion noir sur case blanche f7 · Pion noir sur case blanche a6 · Cavalier noir sur case noire f6 · Pion noir sur case blanche g6 · Pion noir sur case noire h6 · Cavalier noir sur case noire a5 · Pion noir sur case blanche b5 · Dame noire sur case blanche d5 · Pion noir sur case noire e5 · Pion blanc sur case noire b4 · Fou blanc sur case blanche e4 · Pion blanc sur case noire c3 · Cavalier blanc sur case blanche f3 · Cavalier blanc sur case noire g3 · Pion blanc sur case blanche h3 · Pion blanc sur case blanche a2 · Fou blanc sur case noire d2 · Pion blanc sur case noire f2 · Pion blanc sur case blanche g2 · Tour blanche sur case noire a1 · Dame blanche sur case blanche d1 · Tour blanche sur case noire e1 · Roi blanc sur case noire g1 | 3 |
| 2 | Tour noire sur case blanche a8 · Tour noire sur case blanche e8 · Fou noir sur case noire f8 · Roi noir sur case blanche g8 · Fou noir sur case blanche b7 · Pion noir sur case blanche f7 · Pion noir sur case blanche a6 · Cavalier noir sur case noire f6 · Pion noir sur case blanche g6 · Pion noir sur case noire h6 · Cavalier noir sur case noire a5 · Pion noir sur case blanche b5 · Dame noire sur case blanche d5 · Pion noir sur case noire e5 · Pion blanc sur case noire b4 · Fou blanc sur case blanche e4 · Pion blanc sur case noire c3 · Cavalier blanc sur case blanche f3 · Cavalier blanc sur case noire g3 · Pion blanc sur case blanche h3 · Pion blanc sur case blanche a2 · Fou blanc sur case noire d2 · Pion blanc sur case noire f2 · Pion blanc sur case blanche g2 · Tour blanche sur case noire a1 · Dame blanche sur case blanche d1 · Tour blanche sur case noire e1 · Roi blanc sur case noire g1 | Tour noire sur case blanche a8 · Tour noire sur case blanche e8 · Fou noir sur case noire f8 · Roi noir sur case blanche g8 · Fou noir sur case blanche b7 · Pion noir sur case blanche f7 · Pion noir sur case blanche a6 · Cavalier noir sur case noire f6 · Pion noir sur case blanche g6 · Pion noir sur case noire h6 · Cavalier noir sur case noire a5 · Pion noir sur case blanche b5 · Dame noire sur case blanche d5 · Pion noir sur case noire e5 · Pion blanc sur case noire b4 · Fou blanc sur case blanche e4 · Pion blanc sur case noire c3 · Cavalier blanc sur case blanche f3 · Cavalier blanc sur case noire g3 · Pion blanc sur case blanche h3 · Pion blanc sur case blanche a2 · Fou blanc sur case noire d2 · Pion blanc sur case noire f2 · Pion blanc sur case blanche g2 · Tour blanche sur case noire a1 · Dame blanche sur case blanche d1 · Tour blanche sur case noire e1 · Roi blanc sur case noire g1 | Tour noire sur case blanche a8 · Tour noire sur case blanche e8 · Fou noir sur case noire f8 · Roi noir sur case blanche g8 · Fou noir sur case blanche b7 · Pion noir sur case blanche f7 · Pion noir sur case blanche a6 · Cavalier noir sur case noire f6 · Pion noir sur case blanche g6 · Pion noir sur case noire h6 · Cavalier noir sur case noire a5 · Pion noir sur case blanche b5 · Dame noire sur case blanche d5 · Pion noir sur case noire e5 · Pion blanc sur case noire b4 · Fou blanc sur case blanche e4 · Pion blanc sur case noire c3 · Cavalier blanc sur case blanche f3 · Cavalier blanc sur case noire g3 · Pion blanc sur case blanche h3 · Pion blanc sur case blanche a2 · Fou blanc sur case noire d2 · Pion blanc sur case noire f2 · Pion blanc sur case blanche g2 · Tour blanche sur case noire a1 · Dame blanche sur case blanche d1 · Tour blanche sur case noire e1 · Roi blanc sur case noire g1 | Tour noire sur case blanche a8 · Tour noire sur case blanche e8 · Fou noir sur case noire f8 · Roi noir sur case blanche g8 · Fou noir sur case blanche b7 · Pion noir sur case blanche f7 · Pion noir sur case blanche a6 · Cavalier noir sur case noire f6 · Pion noir sur case blanche g6 · Pion noir sur case noire h6 · Cavalier noir sur case noire a5 · Pion noir sur case blanche b5 · Dame noire sur case blanche d5 · Pion noir sur case noire e5 · Pion blanc sur case noire b4 · Fou blanc sur case blanche e4 · Pion blanc sur case noire c3 · Cavalier blanc sur case blanche f3 · Cavalier blanc sur case noire g3 · Pion blanc sur case blanche h3 · Pion blanc sur case blanche a2 · Fou blanc sur case noire d2 · Pion blanc sur case noire f2 · Pion blanc sur case blanche g2 · Tour blanche sur case noire a1 · Dame blanche sur case blanche d1 · Tour blanche sur case noire e1 · Roi blanc sur case noire g1 | Tour noire sur case blanche a8 · Tour noire sur case blanche e8 · Fou noir sur case noire f8 · Roi noir sur case blanche g8 · Fou noir sur case blanche b7 · Pion noir sur case blanche f7 · Pion noir sur case blanche a6 · Cavalier noir sur case noire f6 · Pion noir sur case blanche g6 · Pion noir sur case noire h6 · Cavalier noir sur case noire a5 · Pion noir sur case blanche b5 · Dame noire sur case blanche d5 · Pion noir sur case noire e5 · Pion blanc sur case noire b4 · Fou blanc sur case blanche e4 · Pion blanc sur case noire c3 · Cavalier blanc sur case blanche f3 · Cavalier blanc sur case noire g3 · Pion blanc sur case blanche h3 · Pion blanc sur case blanche a2 · Fou blanc sur case noire d2 · Pion blanc sur case noire f2 · Pion blanc sur case blanche g2 · Tour blanche sur case noire a1 · Dame blanche sur case blanche d1 · Tour blanche sur case noire e1 · Roi blanc sur case noire g1 | Tour noire sur case blanche a8 · Tour noire sur case blanche e8 · Fou noir sur case noire f8 · Roi noir sur case blanche g8 · Fou noir sur case blanche b7 · Pion noir sur case blanche f7 · Pion noir sur case blanche a6 · Cavalier noir sur case noire f6 · Pion noir sur case blanche g6 · Pion noir sur case noire h6 · Cavalier noir sur case noire a5 · Pion noir sur case blanche b5 · Dame noire sur case blanche d5 · Pion noir sur case noire e5 · Pion blanc sur case noire b4 · Fou blanc sur case blanche e4 · Pion blanc sur case noire c3 · Cavalier blanc sur case blanche f3 · Cavalier blanc sur case noire g3 · Pion blanc sur case blanche h3 · Pion blanc sur case blanche a2 · Fou blanc sur case noire d2 · Pion blanc sur case noire f2 · Pion blanc sur case blanche g2 · Tour blanche sur case noire a1 · Dame blanche sur case blanche d1 · Tour blanche sur case noire e1 · Roi blanc sur case noire g1 | Tour noire sur case blanche a8 · Tour noire sur case blanche e8 · Fou noir sur case noire f8 · Roi noir sur case blanche g8 · Fou noir sur case blanche b7 · Pion noir sur case blanche f7 · Pion noir sur case blanche a6 · Cavalier noir sur case noire f6 · Pion noir sur case blanche g6 · Pion noir sur case noire h6 · Cavalier noir sur case noire a5 · Pion noir sur case blanche b5 · Dame noire sur case blanche d5 · Pion noir sur case noire e5 · Pion blanc sur case noire b4 · Fou blanc sur case blanche e4 · Pion blanc sur case noire c3 · Cavalier blanc sur case blanche f3 · Cavalier blanc sur case noire g3 · Pion blanc sur case blanche h3 · Pion blanc sur case blanche a2 · Fou blanc sur case noire d2 · Pion blanc sur case noire f2 · Pion blanc sur case blanche g2 · Tour blanche sur case noire a1 · Dame blanche sur case blanche d1 · Tour blanche sur case noire e1 · Roi blanc sur case noire g1 | Tour noire sur case blanche a8 · Tour noire sur case blanche e8 · Fou noir sur case noire f8 · Roi noir sur case blanche g8 · Fou noir sur case blanche b7 · Pion noir sur case blanche f7 · Pion noir sur case blanche a6 · Cavalier noir sur case noire f6 · Pion noir sur case blanche g6 · Pion noir sur case noire h6 · Cavalier noir sur case noire a5 · Pion noir sur case blanche b5 · Dame noire sur case blanche d5 · Pion noir sur case noire e5 · Pion blanc sur case noire b4 · Fou blanc sur case blanche e4 · Pion blanc sur case noire c3 · Cavalier blanc sur case blanche f3 · Cavalier blanc sur case noire g3 · Pion blanc sur case blanche h3 · Pion blanc sur case blanche a2 · Fou blanc sur case noire d2 · Pion blanc sur case noire f2 · Pion blanc sur case blanche g2 · Tour blanche sur case noire a1 · Dame blanche sur case blanche d1 · Tour blanche sur case noire e1 · Roi blanc sur case noire g1 | 2 |
| 1 | Tour noire sur case blanche a8 · Tour noire sur case blanche e8 · Fou noir sur case noire f8 · Roi noir sur case blanche g8 · Fou noir sur case blanche b7 · Pion noir sur case blanche f7 · Pion noir sur case blanche a6 · Cavalier noir sur case noire f6 · Pion noir sur case blanche g6 · Pion noir sur case noire h6 · Cavalier noir sur case noire a5 · Pion noir sur case blanche b5 · Dame noire sur case blanche d5 · Pion noir sur case noire e5 · Pion blanc sur case noire b4 · Fou blanc sur case blanche e4 · Pion blanc sur case noire c3 · Cavalier blanc sur case blanche f3 · Cavalier blanc sur case noire g3 · Pion blanc sur case blanche h3 · Pion blanc sur case blanche a2 · Fou blanc sur case noire d2 · Pion blanc sur case noire f2 · Pion blanc sur case blanche g2 · Tour blanche sur case noire a1 · Dame blanche sur case blanche d1 · Tour blanche sur case noire e1 · Roi blanc sur case noire g1 | Tour noire sur case blanche a8 · Tour noire sur case blanche e8 · Fou noir sur case noire f8 · Roi noir sur case blanche g8 · Fou noir sur case blanche b7 · Pion noir sur case blanche f7 · Pion noir sur case blanche a6 · Cavalier noir sur case noire f6 · Pion noir sur case blanche g6 · Pion noir sur case noire h6 · Cavalier noir sur case noire a5 · Pion noir sur case blanche b5 · Dame noire sur case blanche d5 · Pion noir sur case noire e5 · Pion blanc sur case noire b4 · Fou blanc sur case blanche e4 · Pion blanc sur case noire c3 · Cavalier blanc sur case blanche f3 · Cavalier blanc sur case noire g3 · Pion blanc sur case blanche h3 · Pion blanc sur case blanche a2 · Fou blanc sur case noire d2 · Pion blanc sur case noire f2 · Pion blanc sur case blanche g2 · Tour blanche sur case noire a1 · Dame blanche sur case blanche d1 · Tour blanche sur case noire e1 · Roi blanc sur case noire g1 | Tour noire sur case blanche a8 · Tour noire sur case blanche e8 · Fou noir sur case noire f8 · Roi noir sur case blanche g8 · Fou noir sur case blanche b7 · Pion noir sur case blanche f7 · Pion noir sur case blanche a6 · Cavalier noir sur case noire f6 · Pion noir sur case blanche g6 · Pion noir sur case noire h6 · Cavalier noir sur case noire a5 · Pion noir sur case blanche b5 · Dame noire sur case blanche d5 · Pion noir sur case noire e5 · Pion blanc sur case noire b4 · Fou blanc sur case blanche e4 · Pion blanc sur case noire c3 · Cavalier blanc sur case blanche f3 · Cavalier blanc sur case noire g3 · Pion blanc sur case blanche h3 · Pion blanc sur case blanche a2 · Fou blanc sur case noire d2 · Pion blanc sur case noire f2 · Pion blanc sur case blanche g2 · Tour blanche sur case noire a1 · Dame blanche sur case blanche d1 · Tour blanche sur case noire e1 · Roi blanc sur case noire g1 | Tour noire sur case blanche a8 · Tour noire sur case blanche e8 · Fou noir sur case noire f8 · Roi noir sur case blanche g8 · Fou noir sur case blanche b7 · Pion noir sur case blanche f7 · Pion noir sur case blanche a6 · Cavalier noir sur case noire f6 · Pion noir sur case blanche g6 · Pion noir sur case noire h6 · Cavalier noir sur case noire a5 · Pion noir sur case blanche b5 · Dame noire sur case blanche d5 · Pion noir sur case noire e5 · Pion blanc sur case noire b4 · Fou blanc sur case blanche e4 · Pion blanc sur case noire c3 · Cavalier blanc sur case blanche f3 · Cavalier blanc sur case noire g3 · Pion blanc sur case blanche h3 · Pion blanc sur case blanche a2 · Fou blanc sur case noire d2 · Pion blanc sur case noire f2 · Pion blanc sur case blanche g2 · Tour blanche sur case noire a1 · Dame blanche sur case blanche d1 · Tour blanche sur case noire e1 · Roi blanc sur case noire g1 | Tour noire sur case blanche a8 · Tour noire sur case blanche e8 · Fou noir sur case noire f8 · Roi noir sur case blanche g8 · Fou noir sur case blanche b7 · Pion noir sur case blanche f7 · Pion noir sur case blanche a6 · Cavalier noir sur case noire f6 · Pion noir sur case blanche g6 · Pion noir sur case noire h6 · Cavalier noir sur case noire a5 · Pion noir sur case blanche b5 · Dame noire sur case blanche d5 · Pion noir sur case noire e5 · Pion blanc sur case noire b4 · Fou blanc sur case blanche e4 · Pion blanc sur case noire c3 · Cavalier blanc sur case blanche f3 · Cavalier blanc sur case noire g3 · Pion blanc sur case blanche h3 · Pion blanc sur case blanche a2 · Fou blanc sur case noire d2 · Pion blanc sur case noire f2 · Pion blanc sur case blanche g2 · Tour blanche sur case noire a1 · Dame blanche sur case blanche d1 · Tour blanche sur case noire e1 · Roi blanc sur case noire g1 | Tour noire sur case blanche a8 · Tour noire sur case blanche e8 · Fou noir sur case noire f8 · Roi noir sur case blanche g8 · Fou noir sur case blanche b7 · Pion noir sur case blanche f7 · Pion noir sur case blanche a6 · Cavalier noir sur case noire f6 · Pion noir sur case blanche g6 · Pion noir sur case noire h6 · Cavalier noir sur case noire a5 · Pion noir sur case blanche b5 · Dame noire sur case blanche d5 · Pion noir sur case noire e5 · Pion blanc sur case noire b4 · Fou blanc sur case blanche e4 · Pion blanc sur case noire c3 · Cavalier blanc sur case blanche f3 · Cavalier blanc sur case noire g3 · Pion blanc sur case blanche h3 · Pion blanc sur case blanche a2 · Fou blanc sur case noire d2 · Pion blanc sur case noire f2 · Pion blanc sur case blanche g2 · Tour blanche sur case noire a1 · Dame blanche sur case blanche d1 · Tour blanche sur case noire e1 · Roi blanc sur case noire g1 | Tour noire sur case blanche a8 · Tour noire sur case blanche e8 · Fou noir sur case noire f8 · Roi noir sur case blanche g8 · Fou noir sur case blanche b7 · Pion noir sur case blanche f7 · Pion noir sur case blanche a6 · Cavalier noir sur case noire f6 · Pion noir sur case blanche g6 · Pion noir sur case noire h6 · Cavalier noir sur case noire a5 · Pion noir sur case blanche b5 · Dame noire sur case blanche d5 · Pion noir sur case noire e5 · Pion blanc sur case noire b4 · Fou blanc sur case blanche e4 · Pion blanc sur case noire c3 · Cavalier blanc sur case blanche f3 · Cavalier blanc sur case noire g3 · Pion blanc sur case blanche h3 · Pion blanc sur case blanche a2 · Fou blanc sur case noire d2 · Pion blanc sur case noire f2 · Pion blanc sur case blanche g2 · Tour blanche sur case noire a1 · Dame blanche sur case blanche d1 · Tour blanche sur case noire e1 · Roi blanc sur case noire g1 | Tour noire sur case blanche a8 · Tour noire sur case blanche e8 · Fou noir sur case noire f8 · Roi noir sur case blanche g8 · Fou noir sur case blanche b7 · Pion noir sur case blanche f7 · Pion noir sur case blanche a6 · Cavalier noir sur case noire f6 · Pion noir sur case blanche g6 · Pion noir sur case noire h6 · Cavalier noir sur case noire a5 · Pion noir sur case blanche b5 · Dame noire sur case blanche d5 · Pion noir sur case noire e5 · Pion blanc sur case noire b4 · Fou blanc sur case blanche e4 · Pion blanc sur case noire c3 · Cavalier blanc sur case blanche f3 · Cavalier blanc sur case noire g3 · Pion blanc sur case blanche h3 · Pion blanc sur case blanche a2 · Fou blanc sur case noire d2 · Pion blanc sur case noire f2 · Pion blanc sur case blanche g2 · Tour blanche sur case noire a1 · Dame blanche sur case blanche d1 · Tour blanche sur case noire e1 · Roi blanc sur case noire g1 | 1 |
|   | a | b | c | d | e | f | g | h |   |

12 septembre. Les joueurs ont atteint une partie espagnole, variante Pilnik (ECO C90) après 11...Re8, qui a transposé à la variante Zaitsev après 13...Fb7. Après 17...c4! 18.b4! cxd3 19.Fxd3 Dxd5 20.Fe4! (voir diagramme) Cxe4 (seul mouvement) 21.Cxe4 Fg7 22.bxa5 f5 23.Cg3 e4 24.Ch4 Ff6? 25.Cxg6 e3 26.Cf4 Dxd2 27.Txe3 Dxd1+ 28.Txd1 Fischer avait un avantage décisif (Matanović). Si, au lieu de 20...Dc4, 21.Db1! (Fischer) Cc6 22.Fxg6 fxg6 23.Dxg6+ Fg7 24.Cf5 et les Blancs gagnent. 
Fischer–Spassky, partie 7 Partie espagnole, variante Zaïtsev (ECO C92) 

1.e4 e5 2.Cf3 Cc6 3.Fb5 a6 4.Fa4 Cf6 5.0-0 Fe7 6.Te1 b5 7.Fb3 d6 8.c3 0-0 9.d3 Ca5 10.Fc2 c5 11.Cbd2 Te8 12.h3 Ff8 13.Cf1 Fb7 14.Cg3 g6 15.Fg5 h6 16.Fd2 d5 17.exd5 c4 18.b4 cxd3 19.Fxd3 Dxd5 20.Fe4 (diagramme) Cxe4 21.Cxe4 Fg7 22.bxa5 f5 23.Cg3 e4 24.Ch4 Ff6 25.Cxg6 e3 26.Cf4 Dxd2 27.Txe3 Dxd1+ 28.Txd1 Txe3 29.fxe3 Td8 30.Txd8+ Fxd8 31.Cxf5 Fxa5 32.Cd5 Rf8 33.e4 Fxd5 34.exd5 h5 35.Rf2 Fxc3 36.Re3 Rf7 37.Rd3 Fb2 38.g4 hxg4 39.hxg4 Rf6 40.d6 Re6 41.g5 a5 42.g6 Ff6 43.g7 Rf7 44.d7 1–0

#### Partie 8: Spassky 0 Fischer 1 (Est-indienne Sämisch Panno)
|   | a | b | c | d | e | f | g | h |   |
| 8 | Roi noir sur case blanche e8 · Tour noire sur case noire h8 · Tour noire sur case noire c7 · Dame noire sur case noire e7 · Pion noir sur case blanche f7 · Pion noir sur case blanche a6 · Pion noir sur case noire d6 · Pion noir sur case blanche g6 · Pion noir sur case blanche b5 · Cavalier noir sur case noire c5 · Pion blanc sur case blanche d5 · Pion noir sur case noire e5 · Pion blanc sur case noire g5 · Pion noir sur case blanche h5 · Cavalier noir sur case noire d4 · Pion blanc sur case blanche e4 · Pion blanc sur case noire h4 · Cavalier blanc sur case noire e3 · Pion blanc sur case blanche f3 · Fou blanc sur case blanche h3 · Pion blanc sur case blanche a2 · Pion blanc sur case noire b2 · Dame blanche sur case noire d2 · Tour blanche sur case noire f2 · Roi blanc sur case blanche b1 · Tour blanche sur case noire c1 | Roi noir sur case blanche e8 · Tour noire sur case noire h8 · Tour noire sur case noire c7 · Dame noire sur case noire e7 · Pion noir sur case blanche f7 · Pion noir sur case blanche a6 · Pion noir sur case noire d6 · Pion noir sur case blanche g6 · Pion noir sur case blanche b5 · Cavalier noir sur case noire c5 · Pion blanc sur case blanche d5 · Pion noir sur case noire e5 · Pion blanc sur case noire g5 · Pion noir sur case blanche h5 · Cavalier noir sur case noire d4 · Pion blanc sur case blanche e4 · Pion blanc sur case noire h4 · Cavalier blanc sur case noire e3 · Pion blanc sur case blanche f3 · Fou blanc sur case blanche h3 · Pion blanc sur case blanche a2 · Pion blanc sur case noire b2 · Dame blanche sur case noire d2 · Tour blanche sur case noire f2 · Roi blanc sur case blanche b1 · Tour blanche sur case noire c1 | Roi noir sur case blanche e8 · Tour noire sur case noire h8 · Tour noire sur case noire c7 · Dame noire sur case noire e7 · Pion noir sur case blanche f7 · Pion noir sur case blanche a6 · Pion noir sur case noire d6 · Pion noir sur case blanche g6 · Pion noir sur case blanche b5 · Cavalier noir sur case noire c5 · Pion blanc sur case blanche d5 · Pion noir sur case noire e5 · Pion blanc sur case noire g5 · Pion noir sur case blanche h5 · Cavalier noir sur case noire d4 · Pion blanc sur case blanche e4 · Pion blanc sur case noire h4 · Cavalier blanc sur case noire e3 · Pion blanc sur case blanche f3 · Fou blanc sur case blanche h3 · Pion blanc sur case blanche a2 · Pion blanc sur case noire b2 · Dame blanche sur case noire d2 · Tour blanche sur case noire f2 · Roi blanc sur case blanche b1 · Tour blanche sur case noire c1 | Roi noir sur case blanche e8 · Tour noire sur case noire h8 · Tour noire sur case noire c7 · Dame noire sur case noire e7 · Pion noir sur case blanche f7 · Pion noir sur case blanche a6 · Pion noir sur case noire d6 · Pion noir sur case blanche g6 · Pion noir sur case blanche b5 · Cavalier noir sur case noire c5 · Pion blanc sur case blanche d5 · Pion noir sur case noire e5 · Pion blanc sur case noire g5 · Pion noir sur case blanche h5 · Cavalier noir sur case noire d4 · Pion blanc sur case blanche e4 · Pion blanc sur case noire h4 · Cavalier blanc sur case noire e3 · Pion blanc sur case blanche f3 · Fou blanc sur case blanche h3 · Pion blanc sur case blanche a2 · Pion blanc sur case noire b2 · Dame blanche sur case noire d2 · Tour blanche sur case noire f2 · Roi blanc sur case blanche b1 · Tour blanche sur case noire c1 | Roi noir sur case blanche e8 · Tour noire sur case noire h8 · Tour noire sur case noire c7 · Dame noire sur case noire e7 · Pion noir sur case blanche f7 · Pion noir sur case blanche a6 · Pion noir sur case noire d6 · Pion noir sur case blanche g6 · Pion noir sur case blanche b5 · Cavalier noir sur case noire c5 · Pion blanc sur case blanche d5 · Pion noir sur case noire e5 · Pion blanc sur case noire g5 · Pion noir sur case blanche h5 · Cavalier noir sur case noire d4 · Pion blanc sur case blanche e4 · Pion blanc sur case noire h4 · Cavalier blanc sur case noire e3 · Pion blanc sur case blanche f3 · Fou blanc sur case blanche h3 · Pion blanc sur case blanche a2 · Pion blanc sur case noire b2 · Dame blanche sur case noire d2 · Tour blanche sur case noire f2 · Roi blanc sur case blanche b1 · Tour blanche sur case noire c1 | Roi noir sur case blanche e8 · Tour noire sur case noire h8 · Tour noire sur case noire c7 · Dame noire sur case noire e7 · Pion noir sur case blanche f7 · Pion noir sur case blanche a6 · Pion noir sur case noire d6 · Pion noir sur case blanche g6 · Pion noir sur case blanche b5 · Cavalier noir sur case noire c5 · Pion blanc sur case blanche d5 · Pion noir sur case noire e5 · Pion blanc sur case noire g5 · Pion noir sur case blanche h5 · Cavalier noir sur case noire d4 · Pion blanc sur case blanche e4 · Pion blanc sur case noire h4 · Cavalier blanc sur case noire e3 · Pion blanc sur case blanche f3 · Fou blanc sur case blanche h3 · Pion blanc sur case blanche a2 · Pion blanc sur case noire b2 · Dame blanche sur case noire d2 · Tour blanche sur case noire f2 · Roi blanc sur case blanche b1 · Tour blanche sur case noire c1 | Roi noir sur case blanche e8 · Tour noire sur case noire h8 · Tour noire sur case noire c7 · Dame noire sur case noire e7 · Pion noir sur case blanche f7 · Pion noir sur case blanche a6 · Pion noir sur case noire d6 · Pion noir sur case blanche g6 · Pion noir sur case blanche b5 · Cavalier noir sur case noire c5 · Pion blanc sur case blanche d5 · Pion noir sur case noire e5 · Pion blanc sur case noire g5 · Pion noir sur case blanche h5 · Cavalier noir sur case noire d4 · Pion blanc sur case blanche e4 · Pion blanc sur case noire h4 · Cavalier blanc sur case noire e3 · Pion blanc sur case blanche f3 · Fou blanc sur case blanche h3 · Pion blanc sur case blanche a2 · Pion blanc sur case noire b2 · Dame blanche sur case noire d2 · Tour blanche sur case noire f2 · Roi blanc sur case blanche b1 · Tour blanche sur case noire c1 | Roi noir sur case blanche e8 · Tour noire sur case noire h8 · Tour noire sur case noire c7 · Dame noire sur case noire e7 · Pion noir sur case blanche f7 · Pion noir sur case blanche a6 · Pion noir sur case noire d6 · Pion noir sur case blanche g6 · Pion noir sur case blanche b5 · Cavalier noir sur case noire c5 · Pion blanc sur case blanche d5 · Pion noir sur case noire e5 · Pion blanc sur case noire g5 · Pion noir sur case blanche h5 · Cavalier noir sur case noire d4 · Pion blanc sur case blanche e4 · Pion blanc sur case noire h4 · Cavalier blanc sur case noire e3 · Pion blanc sur case blanche f3 · Fou blanc sur case blanche h3 · Pion blanc sur case blanche a2 · Pion blanc sur case noire b2 · Dame blanche sur case noire d2 · Tour blanche sur case noire f2 · Roi blanc sur case blanche b1 · Tour blanche sur case noire c1 | 8 |
| 7 | Roi noir sur case blanche e8 · Tour noire sur case noire h8 · Tour noire sur case noire c7 · Dame noire sur case noire e7 · Pion noir sur case blanche f7 · Pion noir sur case blanche a6 · Pion noir sur case noire d6 · Pion noir sur case blanche g6 · Pion noir sur case blanche b5 · Cavalier noir sur case noire c5 · Pion blanc sur case blanche d5 · Pion noir sur case noire e5 · Pion blanc sur case noire g5 · Pion noir sur case blanche h5 · Cavalier noir sur case noire d4 · Pion blanc sur case blanche e4 · Pion blanc sur case noire h4 · Cavalier blanc sur case noire e3 · Pion blanc sur case blanche f3 · Fou blanc sur case blanche h3 · Pion blanc sur case blanche a2 · Pion blanc sur case noire b2 · Dame blanche sur case noire d2 · Tour blanche sur case noire f2 · Roi blanc sur case blanche b1 · Tour blanche sur case noire c1 | Roi noir sur case blanche e8 · Tour noire sur case noire h8 · Tour noire sur case noire c7 · Dame noire sur case noire e7 · Pion noir sur case blanche f7 · Pion noir sur case blanche a6 · Pion noir sur case noire d6 · Pion noir sur case blanche g6 · Pion noir sur case blanche b5 · Cavalier noir sur case noire c5 · Pion blanc sur case blanche d5 · Pion noir sur case noire e5 · Pion blanc sur case noire g5 · Pion noir sur case blanche h5 · Cavalier noir sur case noire d4 · Pion blanc sur case blanche e4 · Pion blanc sur case noire h4 · Cavalier blanc sur case noire e3 · Pion blanc sur case blanche f3 · Fou blanc sur case blanche h3 · Pion blanc sur case blanche a2 · Pion blanc sur case noire b2 · Dame blanche sur case noire d2 · Tour blanche sur case noire f2 · Roi blanc sur case blanche b1 · Tour blanche sur case noire c1 | Roi noir sur case blanche e8 · Tour noire sur case noire h8 · Tour noire sur case noire c7 · Dame noire sur case noire e7 · Pion noir sur case blanche f7 · Pion noir sur case blanche a6 · Pion noir sur case noire d6 · Pion noir sur case blanche g6 · Pion noir sur case blanche b5 · Cavalier noir sur case noire c5 · Pion blanc sur case blanche d5 · Pion noir sur case noire e5 · Pion blanc sur case noire g5 · Pion noir sur case blanche h5 · Cavalier noir sur case noire d4 · Pion blanc sur case blanche e4 · Pion blanc sur case noire h4 · Cavalier blanc sur case noire e3 · Pion blanc sur case blanche f3 · Fou blanc sur case blanche h3 · Pion blanc sur case blanche a2 · Pion blanc sur case noire b2 · Dame blanche sur case noire d2 · Tour blanche sur case noire f2 · Roi blanc sur case blanche b1 · Tour blanche sur case noire c1 | Roi noir sur case blanche e8 · Tour noire sur case noire h8 · Tour noire sur case noire c7 · Dame noire sur case noire e7 · Pion noir sur case blanche f7 · Pion noir sur case blanche a6 · Pion noir sur case noire d6 · Pion noir sur case blanche g6 · Pion noir sur case blanche b5 · Cavalier noir sur case noire c5 · Pion blanc sur case blanche d5 · Pion noir sur case noire e5 · Pion blanc sur case noire g5 · Pion noir sur case blanche h5 · Cavalier noir sur case noire d4 · Pion blanc sur case blanche e4 · Pion blanc sur case noire h4 · Cavalier blanc sur case noire e3 · Pion blanc sur case blanche f3 · Fou blanc sur case blanche h3 · Pion blanc sur case blanche a2 · Pion blanc sur case noire b2 · Dame blanche sur case noire d2 · Tour blanche sur case noire f2 · Roi blanc sur case blanche b1 · Tour blanche sur case noire c1 | Roi noir sur case blanche e8 · Tour noire sur case noire h8 · Tour noire sur case noire c7 · Dame noire sur case noire e7 · Pion noir sur case blanche f7 · Pion noir sur case blanche a6 · Pion noir sur case noire d6 · Pion noir sur case blanche g6 · Pion noir sur case blanche b5 · Cavalier noir sur case noire c5 · Pion blanc sur case blanche d5 · Pion noir sur case noire e5 · Pion blanc sur case noire g5 · Pion noir sur case blanche h5 · Cavalier noir sur case noire d4 · Pion blanc sur case blanche e4 · Pion blanc sur case noire h4 · Cavalier blanc sur case noire e3 · Pion blanc sur case blanche f3 · Fou blanc sur case blanche h3 · Pion blanc sur case blanche a2 · Pion blanc sur case noire b2 · Dame blanche sur case noire d2 · Tour blanche sur case noire f2 · Roi blanc sur case blanche b1 · Tour blanche sur case noire c1 | Roi noir sur case blanche e8 · Tour noire sur case noire h8 · Tour noire sur case noire c7 · Dame noire sur case noire e7 · Pion noir sur case blanche f7 · Pion noir sur case blanche a6 · Pion noir sur case noire d6 · Pion noir sur case blanche g6 · Pion noir sur case blanche b5 · Cavalier noir sur case noire c5 · Pion blanc sur case blanche d5 · Pion noir sur case noire e5 · Pion blanc sur case noire g5 · Pion noir sur case blanche h5 · Cavalier noir sur case noire d4 · Pion blanc sur case blanche e4 · Pion blanc sur case noire h4 · Cavalier blanc sur case noire e3 · Pion blanc sur case blanche f3 · Fou blanc sur case blanche h3 · Pion blanc sur case blanche a2 · Pion blanc sur case noire b2 · Dame blanche sur case noire d2 · Tour blanche sur case noire f2 · Roi blanc sur case blanche b1 · Tour blanche sur case noire c1 | Roi noir sur case blanche e8 · Tour noire sur case noire h8 · Tour noire sur case noire c7 · Dame noire sur case noire e7 · Pion noir sur case blanche f7 · Pion noir sur case blanche a6 · Pion noir sur case noire d6 · Pion noir sur case blanche g6 · Pion noir sur case blanche b5 · Cavalier noir sur case noire c5 · Pion blanc sur case blanche d5 · Pion noir sur case noire e5 · Pion blanc sur case noire g5 · Pion noir sur case blanche h5 · Cavalier noir sur case noire d4 · Pion blanc sur case blanche e4 · Pion blanc sur case noire h4 · Cavalier blanc sur case noire e3 · Pion blanc sur case blanche f3 · Fou blanc sur case blanche h3 · Pion blanc sur case blanche a2 · Pion blanc sur case noire b2 · Dame blanche sur case noire d2 · Tour blanche sur case noire f2 · Roi blanc sur case blanche b1 · Tour blanche sur case noire c1 | Roi noir sur case blanche e8 · Tour noire sur case noire h8 · Tour noire sur case noire c7 · Dame noire sur case noire e7 · Pion noir sur case blanche f7 · Pion noir sur case blanche a6 · Pion noir sur case noire d6 · Pion noir sur case blanche g6 · Pion noir sur case blanche b5 · Cavalier noir sur case noire c5 · Pion blanc sur case blanche d5 · Pion noir sur case noire e5 · Pion blanc sur case noire g5 · Pion noir sur case blanche h5 · Cavalier noir sur case noire d4 · Pion blanc sur case blanche e4 · Pion blanc sur case noire h4 · Cavalier blanc sur case noire e3 · Pion blanc sur case blanche f3 · Fou blanc sur case blanche h3 · Pion blanc sur case blanche a2 · Pion blanc sur case noire b2 · Dame blanche sur case noire d2 · Tour blanche sur case noire f2 · Roi blanc sur case blanche b1 · Tour blanche sur case noire c1 | 7 |
| 6 | Roi noir sur case blanche e8 · Tour noire sur case noire h8 · Tour noire sur case noire c7 · Dame noire sur case noire e7 · Pion noir sur case blanche f7 · Pion noir sur case blanche a6 · Pion noir sur case noire d6 · Pion noir sur case blanche g6 · Pion noir sur case blanche b5 · Cavalier noir sur case noire c5 · Pion blanc sur case blanche d5 · Pion noir sur case noire e5 · Pion blanc sur case noire g5 · Pion noir sur case blanche h5 · Cavalier noir sur case noire d4 · Pion blanc sur case blanche e4 · Pion blanc sur case noire h4 · Cavalier blanc sur case noire e3 · Pion blanc sur case blanche f3 · Fou blanc sur case blanche h3 · Pion blanc sur case blanche a2 · Pion blanc sur case noire b2 · Dame blanche sur case noire d2 · Tour blanche sur case noire f2 · Roi blanc sur case blanche b1 · Tour blanche sur case noire c1 | Roi noir sur case blanche e8 · Tour noire sur case noire h8 · Tour noire sur case noire c7 · Dame noire sur case noire e7 · Pion noir sur case blanche f7 · Pion noir sur case blanche a6 · Pion noir sur case noire d6 · Pion noir sur case blanche g6 · Pion noir sur case blanche b5 · Cavalier noir sur case noire c5 · Pion blanc sur case blanche d5 · Pion noir sur case noire e5 · Pion blanc sur case noire g5 · Pion noir sur case blanche h5 · Cavalier noir sur case noire d4 · Pion blanc sur case blanche e4 · Pion blanc sur case noire h4 · Cavalier blanc sur case noire e3 · Pion blanc sur case blanche f3 · Fou blanc sur case blanche h3 · Pion blanc sur case blanche a2 · Pion blanc sur case noire b2 · Dame blanche sur case noire d2 · Tour blanche sur case noire f2 · Roi blanc sur case blanche b1 · Tour blanche sur case noire c1 | Roi noir sur case blanche e8 · Tour noire sur case noire h8 · Tour noire sur case noire c7 · Dame noire sur case noire e7 · Pion noir sur case blanche f7 · Pion noir sur case blanche a6 · Pion noir sur case noire d6 · Pion noir sur case blanche g6 · Pion noir sur case blanche b5 · Cavalier noir sur case noire c5 · Pion blanc sur case blanche d5 · Pion noir sur case noire e5 · Pion blanc sur case noire g5 · Pion noir sur case blanche h5 · Cavalier noir sur case noire d4 · Pion blanc sur case blanche e4 · Pion blanc sur case noire h4 · Cavalier blanc sur case noire e3 · Pion blanc sur case blanche f3 · Fou blanc sur case blanche h3 · Pion blanc sur case blanche a2 · Pion blanc sur case noire b2 · Dame blanche sur case noire d2 · Tour blanche sur case noire f2 · Roi blanc sur case blanche b1 · Tour blanche sur case noire c1 | Roi noir sur case blanche e8 · Tour noire sur case noire h8 · Tour noire sur case noire c7 · Dame noire sur case noire e7 · Pion noir sur case blanche f7 · Pion noir sur case blanche a6 · Pion noir sur case noire d6 · Pion noir sur case blanche g6 · Pion noir sur case blanche b5 · Cavalier noir sur case noire c5 · Pion blanc sur case blanche d5 · Pion noir sur case noire e5 · Pion blanc sur case noire g5 · Pion noir sur case blanche h5 · Cavalier noir sur case noire d4 · Pion blanc sur case blanche e4 · Pion blanc sur case noire h4 · Cavalier blanc sur case noire e3 · Pion blanc sur case blanche f3 · Fou blanc sur case blanche h3 · Pion blanc sur case blanche a2 · Pion blanc sur case noire b2 · Dame blanche sur case noire d2 · Tour blanche sur case noire f2 · Roi blanc sur case blanche b1 · Tour blanche sur case noire c1 | Roi noir sur case blanche e8 · Tour noire sur case noire h8 · Tour noire sur case noire c7 · Dame noire sur case noire e7 · Pion noir sur case blanche f7 · Pion noir sur case blanche a6 · Pion noir sur case noire d6 · Pion noir sur case blanche g6 · Pion noir sur case blanche b5 · Cavalier noir sur case noire c5 · Pion blanc sur case blanche d5 · Pion noir sur case noire e5 · Pion blanc sur case noire g5 · Pion noir sur case blanche h5 · Cavalier noir sur case noire d4 · Pion blanc sur case blanche e4 · Pion blanc sur case noire h4 · Cavalier blanc sur case noire e3 · Pion blanc sur case blanche f3 · Fou blanc sur case blanche h3 · Pion blanc sur case blanche a2 · Pion blanc sur case noire b2 · Dame blanche sur case noire d2 · Tour blanche sur case noire f2 · Roi blanc sur case blanche b1 · Tour blanche sur case noire c1 | Roi noir sur case blanche e8 · Tour noire sur case noire h8 · Tour noire sur case noire c7 · Dame noire sur case noire e7 · Pion noir sur case blanche f7 · Pion noir sur case blanche a6 · Pion noir sur case noire d6 · Pion noir sur case blanche g6 · Pion noir sur case blanche b5 · Cavalier noir sur case noire c5 · Pion blanc sur case blanche d5 · Pion noir sur case noire e5 · Pion blanc sur case noire g5 · Pion noir sur case blanche h5 · Cavalier noir sur case noire d4 · Pion blanc sur case blanche e4 · Pion blanc sur case noire h4 · Cavalier blanc sur case noire e3 · Pion blanc sur case blanche f3 · Fou blanc sur case blanche h3 · Pion blanc sur case blanche a2 · Pion blanc sur case noire b2 · Dame blanche sur case noire d2 · Tour blanche sur case noire f2 · Roi blanc sur case blanche b1 · Tour blanche sur case noire c1 | Roi noir sur case blanche e8 · Tour noire sur case noire h8 · Tour noire sur case noire c7 · Dame noire sur case noire e7 · Pion noir sur case blanche f7 · Pion noir sur case blanche a6 · Pion noir sur case noire d6 · Pion noir sur case blanche g6 · Pion noir sur case blanche b5 · Cavalier noir sur case noire c5 · Pion blanc sur case blanche d5 · Pion noir sur case noire e5 · Pion blanc sur case noire g5 · Pion noir sur case blanche h5 · Cavalier noir sur case noire d4 · Pion blanc sur case blanche e4 · Pion blanc sur case noire h4 · Cavalier blanc sur case noire e3 · Pion blanc sur case blanche f3 · Fou blanc sur case blanche h3 · Pion blanc sur case blanche a2 · Pion blanc sur case noire b2 · Dame blanche sur case noire d2 · Tour blanche sur case noire f2 · Roi blanc sur case blanche b1 · Tour blanche sur case noire c1 | Roi noir sur case blanche e8 · Tour noire sur case noire h8 · Tour noire sur case noire c7 · Dame noire sur case noire e7 · Pion noir sur case blanche f7 · Pion noir sur case blanche a6 · Pion noir sur case noire d6 · Pion noir sur case blanche g6 · Pion noir sur case blanche b5 · Cavalier noir sur case noire c5 · Pion blanc sur case blanche d5 · Pion noir sur case noire e5 · Pion blanc sur case noire g5 · Pion noir sur case blanche h5 · Cavalier noir sur case noire d4 · Pion blanc sur case blanche e4 · Pion blanc sur case noire h4 · Cavalier blanc sur case noire e3 · Pion blanc sur case blanche f3 · Fou blanc sur case blanche h3 · Pion blanc sur case blanche a2 · Pion blanc sur case noire b2 · Dame blanche sur case noire d2 · Tour blanche sur case noire f2 · Roi blanc sur case blanche b1 · Tour blanche sur case noire c1 | 6 |
| 5 | Roi noir sur case blanche e8 · Tour noire sur case noire h8 · Tour noire sur case noire c7 · Dame noire sur case noire e7 · Pion noir sur case blanche f7 · Pion noir sur case blanche a6 · Pion noir sur case noire d6 · Pion noir sur case blanche g6 · Pion noir sur case blanche b5 · Cavalier noir sur case noire c5 · Pion blanc sur case blanche d5 · Pion noir sur case noire e5 · Pion blanc sur case noire g5 · Pion noir sur case blanche h5 · Cavalier noir sur case noire d4 · Pion blanc sur case blanche e4 · Pion blanc sur case noire h4 · Cavalier blanc sur case noire e3 · Pion blanc sur case blanche f3 · Fou blanc sur case blanche h3 · Pion blanc sur case blanche a2 · Pion blanc sur case noire b2 · Dame blanche sur case noire d2 · Tour blanche sur case noire f2 · Roi blanc sur case blanche b1 · Tour blanche sur case noire c1 | Roi noir sur case blanche e8 · Tour noire sur case noire h8 · Tour noire sur case noire c7 · Dame noire sur case noire e7 · Pion noir sur case blanche f7 · Pion noir sur case blanche a6 · Pion noir sur case noire d6 · Pion noir sur case blanche g6 · Pion noir sur case blanche b5 · Cavalier noir sur case noire c5 · Pion blanc sur case blanche d5 · Pion noir sur case noire e5 · Pion blanc sur case noire g5 · Pion noir sur case blanche h5 · Cavalier noir sur case noire d4 · Pion blanc sur case blanche e4 · Pion blanc sur case noire h4 · Cavalier blanc sur case noire e3 · Pion blanc sur case blanche f3 · Fou blanc sur case blanche h3 · Pion blanc sur case blanche a2 · Pion blanc sur case noire b2 · Dame blanche sur case noire d2 · Tour blanche sur case noire f2 · Roi blanc sur case blanche b1 · Tour blanche sur case noire c1 | Roi noir sur case blanche e8 · Tour noire sur case noire h8 · Tour noire sur case noire c7 · Dame noire sur case noire e7 · Pion noir sur case blanche f7 · Pion noir sur case blanche a6 · Pion noir sur case noire d6 · Pion noir sur case blanche g6 · Pion noir sur case blanche b5 · Cavalier noir sur case noire c5 · Pion blanc sur case blanche d5 · Pion noir sur case noire e5 · Pion blanc sur case noire g5 · Pion noir sur case blanche h5 · Cavalier noir sur case noire d4 · Pion blanc sur case blanche e4 · Pion blanc sur case noire h4 · Cavalier blanc sur case noire e3 · Pion blanc sur case blanche f3 · Fou blanc sur case blanche h3 · Pion blanc sur case blanche a2 · Pion blanc sur case noire b2 · Dame blanche sur case noire d2 · Tour blanche sur case noire f2 · Roi blanc sur case blanche b1 · Tour blanche sur case noire c1 | Roi noir sur case blanche e8 · Tour noire sur case noire h8 · Tour noire sur case noire c7 · Dame noire sur case noire e7 · Pion noir sur case blanche f7 · Pion noir sur case blanche a6 · Pion noir sur case noire d6 · Pion noir sur case blanche g6 · Pion noir sur case blanche b5 · Cavalier noir sur case noire c5 · Pion blanc sur case blanche d5 · Pion noir sur case noire e5 · Pion blanc sur case noire g5 · Pion noir sur case blanche h5 · Cavalier noir sur case noire d4 · Pion blanc sur case blanche e4 · Pion blanc sur case noire h4 · Cavalier blanc sur case noire e3 · Pion blanc sur case blanche f3 · Fou blanc sur case blanche h3 · Pion blanc sur case blanche a2 · Pion blanc sur case noire b2 · Dame blanche sur case noire d2 · Tour blanche sur case noire f2 · Roi blanc sur case blanche b1 · Tour blanche sur case noire c1 | Roi noir sur case blanche e8 · Tour noire sur case noire h8 · Tour noire sur case noire c7 · Dame noire sur case noire e7 · Pion noir sur case blanche f7 · Pion noir sur case blanche a6 · Pion noir sur case noire d6 · Pion noir sur case blanche g6 · Pion noir sur case blanche b5 · Cavalier noir sur case noire c5 · Pion blanc sur case blanche d5 · Pion noir sur case noire e5 · Pion blanc sur case noire g5 · Pion noir sur case blanche h5 · Cavalier noir sur case noire d4 · Pion blanc sur case blanche e4 · Pion blanc sur case noire h4 · Cavalier blanc sur case noire e3 · Pion blanc sur case blanche f3 · Fou blanc sur case blanche h3 · Pion blanc sur case blanche a2 · Pion blanc sur case noire b2 · Dame blanche sur case noire d2 · Tour blanche sur case noire f2 · Roi blanc sur case blanche b1 · Tour blanche sur case noire c1 | Roi noir sur case blanche e8 · Tour noire sur case noire h8 · Tour noire sur case noire c7 · Dame noire sur case noire e7 · Pion noir sur case blanche f7 · Pion noir sur case blanche a6 · Pion noir sur case noire d6 · Pion noir sur case blanche g6 · Pion noir sur case blanche b5 · Cavalier noir sur case noire c5 · Pion blanc sur case blanche d5 · Pion noir sur case noire e5 · Pion blanc sur case noire g5 · Pion noir sur case blanche h5 · Cavalier noir sur case noire d4 · Pion blanc sur case blanche e4 · Pion blanc sur case noire h4 · Cavalier blanc sur case noire e3 · Pion blanc sur case blanche f3 · Fou blanc sur case blanche h3 · Pion blanc sur case blanche a2 · Pion blanc sur case noire b2 · Dame blanche sur case noire d2 · Tour blanche sur case noire f2 · Roi blanc sur case blanche b1 · Tour blanche sur case noire c1 | Roi noir sur case blanche e8 · Tour noire sur case noire h8 · Tour noire sur case noire c7 · Dame noire sur case noire e7 · Pion noir sur case blanche f7 · Pion noir sur case blanche a6 · Pion noir sur case noire d6 · Pion noir sur case blanche g6 · Pion noir sur case blanche b5 · Cavalier noir sur case noire c5 · Pion blanc sur case blanche d5 · Pion noir sur case noire e5 · Pion blanc sur case noire g5 · Pion noir sur case blanche h5 · Cavalier noir sur case noire d4 · Pion blanc sur case blanche e4 · Pion blanc sur case noire h4 · Cavalier blanc sur case noire e3 · Pion blanc sur case blanche f3 · Fou blanc sur case blanche h3 · Pion blanc sur case blanche a2 · Pion blanc sur case noire b2 · Dame blanche sur case noire d2 · Tour blanche sur case noire f2 · Roi blanc sur case blanche b1 · Tour blanche sur case noire c1 | Roi noir sur case blanche e8 · Tour noire sur case noire h8 · Tour noire sur case noire c7 · Dame noire sur case noire e7 · Pion noir sur case blanche f7 · Pion noir sur case blanche a6 · Pion noir sur case noire d6 · Pion noir sur case blanche g6 · Pion noir sur case blanche b5 · Cavalier noir sur case noire c5 · Pion blanc sur case blanche d5 · Pion noir sur case noire e5 · Pion blanc sur case noire g5 · Pion noir sur case blanche h5 · Cavalier noir sur case noire d4 · Pion blanc sur case blanche e4 · Pion blanc sur case noire h4 · Cavalier blanc sur case noire e3 · Pion blanc sur case blanche f3 · Fou blanc sur case blanche h3 · Pion blanc sur case blanche a2 · Pion blanc sur case noire b2 · Dame blanche sur case noire d2 · Tour blanche sur case noire f2 · Roi blanc sur case blanche b1 · Tour blanche sur case noire c1 | 5 |
| 4 | Roi noir sur case blanche e8 · Tour noire sur case noire h8 · Tour noire sur case noire c7 · Dame noire sur case noire e7 · Pion noir sur case blanche f7 · Pion noir sur case blanche a6 · Pion noir sur case noire d6 · Pion noir sur case blanche g6 · Pion noir sur case blanche b5 · Cavalier noir sur case noire c5 · Pion blanc sur case blanche d5 · Pion noir sur case noire e5 · Pion blanc sur case noire g5 · Pion noir sur case blanche h5 · Cavalier noir sur case noire d4 · Pion blanc sur case blanche e4 · Pion blanc sur case noire h4 · Cavalier blanc sur case noire e3 · Pion blanc sur case blanche f3 · Fou blanc sur case blanche h3 · Pion blanc sur case blanche a2 · Pion blanc sur case noire b2 · Dame blanche sur case noire d2 · Tour blanche sur case noire f2 · Roi blanc sur case blanche b1 · Tour blanche sur case noire c1 | Roi noir sur case blanche e8 · Tour noire sur case noire h8 · Tour noire sur case noire c7 · Dame noire sur case noire e7 · Pion noir sur case blanche f7 · Pion noir sur case blanche a6 · Pion noir sur case noire d6 · Pion noir sur case blanche g6 · Pion noir sur case blanche b5 · Cavalier noir sur case noire c5 · Pion blanc sur case blanche d5 · Pion noir sur case noire e5 · Pion blanc sur case noire g5 · Pion noir sur case blanche h5 · Cavalier noir sur case noire d4 · Pion blanc sur case blanche e4 · Pion blanc sur case noire h4 · Cavalier blanc sur case noire e3 · Pion blanc sur case blanche f3 · Fou blanc sur case blanche h3 · Pion blanc sur case blanche a2 · Pion blanc sur case noire b2 · Dame blanche sur case noire d2 · Tour blanche sur case noire f2 · Roi blanc sur case blanche b1 · Tour blanche sur case noire c1 | Roi noir sur case blanche e8 · Tour noire sur case noire h8 · Tour noire sur case noire c7 · Dame noire sur case noire e7 · Pion noir sur case blanche f7 · Pion noir sur case blanche a6 · Pion noir sur case noire d6 · Pion noir sur case blanche g6 · Pion noir sur case blanche b5 · Cavalier noir sur case noire c5 · Pion blanc sur case blanche d5 · Pion noir sur case noire e5 · Pion blanc sur case noire g5 · Pion noir sur case blanche h5 · Cavalier noir sur case noire d4 · Pion blanc sur case blanche e4 · Pion blanc sur case noire h4 · Cavalier blanc sur case noire e3 · Pion blanc sur case blanche f3 · Fou blanc sur case blanche h3 · Pion blanc sur case blanche a2 · Pion blanc sur case noire b2 · Dame blanche sur case noire d2 · Tour blanche sur case noire f2 · Roi blanc sur case blanche b1 · Tour blanche sur case noire c1 | Roi noir sur case blanche e8 · Tour noire sur case noire h8 · Tour noire sur case noire c7 · Dame noire sur case noire e7 · Pion noir sur case blanche f7 · Pion noir sur case blanche a6 · Pion noir sur case noire d6 · Pion noir sur case blanche g6 · Pion noir sur case blanche b5 · Cavalier noir sur case noire c5 · Pion blanc sur case blanche d5 · Pion noir sur case noire e5 · Pion blanc sur case noire g5 · Pion noir sur case blanche h5 · Cavalier noir sur case noire d4 · Pion blanc sur case blanche e4 · Pion blanc sur case noire h4 · Cavalier blanc sur case noire e3 · Pion blanc sur case blanche f3 · Fou blanc sur case blanche h3 · Pion blanc sur case blanche a2 · Pion blanc sur case noire b2 · Dame blanche sur case noire d2 · Tour blanche sur case noire f2 · Roi blanc sur case blanche b1 · Tour blanche sur case noire c1 | Roi noir sur case blanche e8 · Tour noire sur case noire h8 · Tour noire sur case noire c7 · Dame noire sur case noire e7 · Pion noir sur case blanche f7 · Pion noir sur case blanche a6 · Pion noir sur case noire d6 · Pion noir sur case blanche g6 · Pion noir sur case blanche b5 · Cavalier noir sur case noire c5 · Pion blanc sur case blanche d5 · Pion noir sur case noire e5 · Pion blanc sur case noire g5 · Pion noir sur case blanche h5 · Cavalier noir sur case noire d4 · Pion blanc sur case blanche e4 · Pion blanc sur case noire h4 · Cavalier blanc sur case noire e3 · Pion blanc sur case blanche f3 · Fou blanc sur case blanche h3 · Pion blanc sur case blanche a2 · Pion blanc sur case noire b2 · Dame blanche sur case noire d2 · Tour blanche sur case noire f2 · Roi blanc sur case blanche b1 · Tour blanche sur case noire c1 | Roi noir sur case blanche e8 · Tour noire sur case noire h8 · Tour noire sur case noire c7 · Dame noire sur case noire e7 · Pion noir sur case blanche f7 · Pion noir sur case blanche a6 · Pion noir sur case noire d6 · Pion noir sur case blanche g6 · Pion noir sur case blanche b5 · Cavalier noir sur case noire c5 · Pion blanc sur case blanche d5 · Pion noir sur case noire e5 · Pion blanc sur case noire g5 · Pion noir sur case blanche h5 · Cavalier noir sur case noire d4 · Pion blanc sur case blanche e4 · Pion blanc sur case noire h4 · Cavalier blanc sur case noire e3 · Pion blanc sur case blanche f3 · Fou blanc sur case blanche h3 · Pion blanc sur case blanche a2 · Pion blanc sur case noire b2 · Dame blanche sur case noire d2 · Tour blanche sur case noire f2 · Roi blanc sur case blanche b1 · Tour blanche sur case noire c1 | Roi noir sur case blanche e8 · Tour noire sur case noire h8 · Tour noire sur case noire c7 · Dame noire sur case noire e7 · Pion noir sur case blanche f7 · Pion noir sur case blanche a6 · Pion noir sur case noire d6 · Pion noir sur case blanche g6 · Pion noir sur case blanche b5 · Cavalier noir sur case noire c5 · Pion blanc sur case blanche d5 · Pion noir sur case noire e5 · Pion blanc sur case noire g5 · Pion noir sur case blanche h5 · Cavalier noir sur case noire d4 · Pion blanc sur case blanche e4 · Pion blanc sur case noire h4 · Cavalier blanc sur case noire e3 · Pion blanc sur case blanche f3 · Fou blanc sur case blanche h3 · Pion blanc sur case blanche a2 · Pion blanc sur case noire b2 · Dame blanche sur case noire d2 · Tour blanche sur case noire f2 · Roi blanc sur case blanche b1 · Tour blanche sur case noire c1 | Roi noir sur case blanche e8 · Tour noire sur case noire h8 · Tour noire sur case noire c7 · Dame noire sur case noire e7 · Pion noir sur case blanche f7 · Pion noir sur case blanche a6 · Pion noir sur case noire d6 · Pion noir sur case blanche g6 · Pion noir sur case blanche b5 · Cavalier noir sur case noire c5 · Pion blanc sur case blanche d5 · Pion noir sur case noire e5 · Pion blanc sur case noire g5 · Pion noir sur case blanche h5 · Cavalier noir sur case noire d4 · Pion blanc sur case blanche e4 · Pion blanc sur case noire h4 · Cavalier blanc sur case noire e3 · Pion blanc sur case blanche f3 · Fou blanc sur case blanche h3 · Pion blanc sur case blanche a2 · Pion blanc sur case noire b2 · Dame blanche sur case noire d2 · Tour blanche sur case noire f2 · Roi blanc sur case blanche b1 · Tour blanche sur case noire c1 | 4 |
| 3 | Roi noir sur case blanche e8 · Tour noire sur case noire h8 · Tour noire sur case noire c7 · Dame noire sur case noire e7 · Pion noir sur case blanche f7 · Pion noir sur case blanche a6 · Pion noir sur case noire d6 · Pion noir sur case blanche g6 · Pion noir sur case blanche b5 · Cavalier noir sur case noire c5 · Pion blanc sur case blanche d5 · Pion noir sur case noire e5 · Pion blanc sur case noire g5 · Pion noir sur case blanche h5 · Cavalier noir sur case noire d4 · Pion blanc sur case blanche e4 · Pion blanc sur case noire h4 · Cavalier blanc sur case noire e3 · Pion blanc sur case blanche f3 · Fou blanc sur case blanche h3 · Pion blanc sur case blanche a2 · Pion blanc sur case noire b2 · Dame blanche sur case noire d2 · Tour blanche sur case noire f2 · Roi blanc sur case blanche b1 · Tour blanche sur case noire c1 | Roi noir sur case blanche e8 · Tour noire sur case noire h8 · Tour noire sur case noire c7 · Dame noire sur case noire e7 · Pion noir sur case blanche f7 · Pion noir sur case blanche a6 · Pion noir sur case noire d6 · Pion noir sur case blanche g6 · Pion noir sur case blanche b5 · Cavalier noir sur case noire c5 · Pion blanc sur case blanche d5 · Pion noir sur case noire e5 · Pion blanc sur case noire g5 · Pion noir sur case blanche h5 · Cavalier noir sur case noire d4 · Pion blanc sur case blanche e4 · Pion blanc sur case noire h4 · Cavalier blanc sur case noire e3 · Pion blanc sur case blanche f3 · Fou blanc sur case blanche h3 · Pion blanc sur case blanche a2 · Pion blanc sur case noire b2 · Dame blanche sur case noire d2 · Tour blanche sur case noire f2 · Roi blanc sur case blanche b1 · Tour blanche sur case noire c1 | Roi noir sur case blanche e8 · Tour noire sur case noire h8 · Tour noire sur case noire c7 · Dame noire sur case noire e7 · Pion noir sur case blanche f7 · Pion noir sur case blanche a6 · Pion noir sur case noire d6 · Pion noir sur case blanche g6 · Pion noir sur case blanche b5 · Cavalier noir sur case noire c5 · Pion blanc sur case blanche d5 · Pion noir sur case noire e5 · Pion blanc sur case noire g5 · Pion noir sur case blanche h5 · Cavalier noir sur case noire d4 · Pion blanc sur case blanche e4 · Pion blanc sur case noire h4 · Cavalier blanc sur case noire e3 · Pion blanc sur case blanche f3 · Fou blanc sur case blanche h3 · Pion blanc sur case blanche a2 · Pion blanc sur case noire b2 · Dame blanche sur case noire d2 · Tour blanche sur case noire f2 · Roi blanc sur case blanche b1 · Tour blanche sur case noire c1 | Roi noir sur case blanche e8 · Tour noire sur case noire h8 · Tour noire sur case noire c7 · Dame noire sur case noire e7 · Pion noir sur case blanche f7 · Pion noir sur case blanche a6 · Pion noir sur case noire d6 · Pion noir sur case blanche g6 · Pion noir sur case blanche b5 · Cavalier noir sur case noire c5 · Pion blanc sur case blanche d5 · Pion noir sur case noire e5 · Pion blanc sur case noire g5 · Pion noir sur case blanche h5 · Cavalier noir sur case noire d4 · Pion blanc sur case blanche e4 · Pion blanc sur case noire h4 · Cavalier blanc sur case noire e3 · Pion blanc sur case blanche f3 · Fou blanc sur case blanche h3 · Pion blanc sur case blanche a2 · Pion blanc sur case noire b2 · Dame blanche sur case noire d2 · Tour blanche sur case noire f2 · Roi blanc sur case blanche b1 · Tour blanche sur case noire c1 | Roi noir sur case blanche e8 · Tour noire sur case noire h8 · Tour noire sur case noire c7 · Dame noire sur case noire e7 · Pion noir sur case blanche f7 · Pion noir sur case blanche a6 · Pion noir sur case noire d6 · Pion noir sur case blanche g6 · Pion noir sur case blanche b5 · Cavalier noir sur case noire c5 · Pion blanc sur case blanche d5 · Pion noir sur case noire e5 · Pion blanc sur case noire g5 · Pion noir sur case blanche h5 · Cavalier noir sur case noire d4 · Pion blanc sur case blanche e4 · Pion blanc sur case noire h4 · Cavalier blanc sur case noire e3 · Pion blanc sur case blanche f3 · Fou blanc sur case blanche h3 · Pion blanc sur case blanche a2 · Pion blanc sur case noire b2 · Dame blanche sur case noire d2 · Tour blanche sur case noire f2 · Roi blanc sur case blanche b1 · Tour blanche sur case noire c1 | Roi noir sur case blanche e8 · Tour noire sur case noire h8 · Tour noire sur case noire c7 · Dame noire sur case noire e7 · Pion noir sur case blanche f7 · Pion noir sur case blanche a6 · Pion noir sur case noire d6 · Pion noir sur case blanche g6 · Pion noir sur case blanche b5 · Cavalier noir sur case noire c5 · Pion blanc sur case blanche d5 · Pion noir sur case noire e5 · Pion blanc sur case noire g5 · Pion noir sur case blanche h5 · Cavalier noir sur case noire d4 · Pion blanc sur case blanche e4 · Pion blanc sur case noire h4 · Cavalier blanc sur case noire e3 · Pion blanc sur case blanche f3 · Fou blanc sur case blanche h3 · Pion blanc sur case blanche a2 · Pion blanc sur case noire b2 · Dame blanche sur case noire d2 · Tour blanche sur case noire f2 · Roi blanc sur case blanche b1 · Tour blanche sur case noire c1 | Roi noir sur case blanche e8 · Tour noire sur case noire h8 · Tour noire sur case noire c7 · Dame noire sur case noire e7 · Pion noir sur case blanche f7 · Pion noir sur case blanche a6 · Pion noir sur case noire d6 · Pion noir sur case blanche g6 · Pion noir sur case blanche b5 · Cavalier noir sur case noire c5 · Pion blanc sur case blanche d5 · Pion noir sur case noire e5 · Pion blanc sur case noire g5 · Pion noir sur case blanche h5 · Cavalier noir sur case noire d4 · Pion blanc sur case blanche e4 · Pion blanc sur case noire h4 · Cavalier blanc sur case noire e3 · Pion blanc sur case blanche f3 · Fou blanc sur case blanche h3 · Pion blanc sur case blanche a2 · Pion blanc sur case noire b2 · Dame blanche sur case noire d2 · Tour blanche sur case noire f2 · Roi blanc sur case blanche b1 · Tour blanche sur case noire c1 | Roi noir sur case blanche e8 · Tour noire sur case noire h8 · Tour noire sur case noire c7 · Dame noire sur case noire e7 · Pion noir sur case blanche f7 · Pion noir sur case blanche a6 · Pion noir sur case noire d6 · Pion noir sur case blanche g6 · Pion noir sur case blanche b5 · Cavalier noir sur case noire c5 · Pion blanc sur case blanche d5 · Pion noir sur case noire e5 · Pion blanc sur case noire g5 · Pion noir sur case blanche h5 · Cavalier noir sur case noire d4 · Pion blanc sur case blanche e4 · Pion blanc sur case noire h4 · Cavalier blanc sur case noire e3 · Pion blanc sur case blanche f3 · Fou blanc sur case blanche h3 · Pion blanc sur case blanche a2 · Pion blanc sur case noire b2 · Dame blanche sur case noire d2 · Tour blanche sur case noire f2 · Roi blanc sur case blanche b1 · Tour blanche sur case noire c1 | 3 |
| 2 | Roi noir sur case blanche e8 · Tour noire sur case noire h8 · Tour noire sur case noire c7 · Dame noire sur case noire e7 · Pion noir sur case blanche f7 · Pion noir sur case blanche a6 · Pion noir sur case noire d6 · Pion noir sur case blanche g6 · Pion noir sur case blanche b5 · Cavalier noir sur case noire c5 · Pion blanc sur case blanche d5 · Pion noir sur case noire e5 · Pion blanc sur case noire g5 · Pion noir sur case blanche h5 · Cavalier noir sur case noire d4 · Pion blanc sur case blanche e4 · Pion blanc sur case noire h4 · Cavalier blanc sur case noire e3 · Pion blanc sur case blanche f3 · Fou blanc sur case blanche h3 · Pion blanc sur case blanche a2 · Pion blanc sur case noire b2 · Dame blanche sur case noire d2 · Tour blanche sur case noire f2 · Roi blanc sur case blanche b1 · Tour blanche sur case noire c1 | Roi noir sur case blanche e8 · Tour noire sur case noire h8 · Tour noire sur case noire c7 · Dame noire sur case noire e7 · Pion noir sur case blanche f7 · Pion noir sur case blanche a6 · Pion noir sur case noire d6 · Pion noir sur case blanche g6 · Pion noir sur case blanche b5 · Cavalier noir sur case noire c5 · Pion blanc sur case blanche d5 · Pion noir sur case noire e5 · Pion blanc sur case noire g5 · Pion noir sur case blanche h5 · Cavalier noir sur case noire d4 · Pion blanc sur case blanche e4 · Pion blanc sur case noire h4 · Cavalier blanc sur case noire e3 · Pion blanc sur case blanche f3 · Fou blanc sur case blanche h3 · Pion blanc sur case blanche a2 · Pion blanc sur case noire b2 · Dame blanche sur case noire d2 · Tour blanche sur case noire f2 · Roi blanc sur case blanche b1 · Tour blanche sur case noire c1 | Roi noir sur case blanche e8 · Tour noire sur case noire h8 · Tour noire sur case noire c7 · Dame noire sur case noire e7 · Pion noir sur case blanche f7 · Pion noir sur case blanche a6 · Pion noir sur case noire d6 · Pion noir sur case blanche g6 · Pion noir sur case blanche b5 · Cavalier noir sur case noire c5 · Pion blanc sur case blanche d5 · Pion noir sur case noire e5 · Pion blanc sur case noire g5 · Pion noir sur case blanche h5 · Cavalier noir sur case noire d4 · Pion blanc sur case blanche e4 · Pion blanc sur case noire h4 · Cavalier blanc sur case noire e3 · Pion blanc sur case blanche f3 · Fou blanc sur case blanche h3 · Pion blanc sur case blanche a2 · Pion blanc sur case noire b2 · Dame blanche sur case noire d2 · Tour blanche sur case noire f2 · Roi blanc sur case blanche b1 · Tour blanche sur case noire c1 | Roi noir sur case blanche e8 · Tour noire sur case noire h8 · Tour noire sur case noire c7 · Dame noire sur case noire e7 · Pion noir sur case blanche f7 · Pion noir sur case blanche a6 · Pion noir sur case noire d6 · Pion noir sur case blanche g6 · Pion noir sur case blanche b5 · Cavalier noir sur case noire c5 · Pion blanc sur case blanche d5 · Pion noir sur case noire e5 · Pion blanc sur case noire g5 · Pion noir sur case blanche h5 · Cavalier noir sur case noire d4 · Pion blanc sur case blanche e4 · Pion blanc sur case noire h4 · Cavalier blanc sur case noire e3 · Pion blanc sur case blanche f3 · Fou blanc sur case blanche h3 · Pion blanc sur case blanche a2 · Pion blanc sur case noire b2 · Dame blanche sur case noire d2 · Tour blanche sur case noire f2 · Roi blanc sur case blanche b1 · Tour blanche sur case noire c1 | Roi noir sur case blanche e8 · Tour noire sur case noire h8 · Tour noire sur case noire c7 · Dame noire sur case noire e7 · Pion noir sur case blanche f7 · Pion noir sur case blanche a6 · Pion noir sur case noire d6 · Pion noir sur case blanche g6 · Pion noir sur case blanche b5 · Cavalier noir sur case noire c5 · Pion blanc sur case blanche d5 · Pion noir sur case noire e5 · Pion blanc sur case noire g5 · Pion noir sur case blanche h5 · Cavalier noir sur case noire d4 · Pion blanc sur case blanche e4 · Pion blanc sur case noire h4 · Cavalier blanc sur case noire e3 · Pion blanc sur case blanche f3 · Fou blanc sur case blanche h3 · Pion blanc sur case blanche a2 · Pion blanc sur case noire b2 · Dame blanche sur case noire d2 · Tour blanche sur case noire f2 · Roi blanc sur case blanche b1 · Tour blanche sur case noire c1 | Roi noir sur case blanche e8 · Tour noire sur case noire h8 · Tour noire sur case noire c7 · Dame noire sur case noire e7 · Pion noir sur case blanche f7 · Pion noir sur case blanche a6 · Pion noir sur case noire d6 · Pion noir sur case blanche g6 · Pion noir sur case blanche b5 · Cavalier noir sur case noire c5 · Pion blanc sur case blanche d5 · Pion noir sur case noire e5 · Pion blanc sur case noire g5 · Pion noir sur case blanche h5 · Cavalier noir sur case noire d4 · Pion blanc sur case blanche e4 · Pion blanc sur case noire h4 · Cavalier blanc sur case noire e3 · Pion blanc sur case blanche f3 · Fou blanc sur case blanche h3 · Pion blanc sur case blanche a2 · Pion blanc sur case noire b2 · Dame blanche sur case noire d2 · Tour blanche sur case noire f2 · Roi blanc sur case blanche b1 · Tour blanche sur case noire c1 | Roi noir sur case blanche e8 · Tour noire sur case noire h8 · Tour noire sur case noire c7 · Dame noire sur case noire e7 · Pion noir sur case blanche f7 · Pion noir sur case blanche a6 · Pion noir sur case noire d6 · Pion noir sur case blanche g6 · Pion noir sur case blanche b5 · Cavalier noir sur case noire c5 · Pion blanc sur case blanche d5 · Pion noir sur case noire e5 · Pion blanc sur case noire g5 · Pion noir sur case blanche h5 · Cavalier noir sur case noire d4 · Pion blanc sur case blanche e4 · Pion blanc sur case noire h4 · Cavalier blanc sur case noire e3 · Pion blanc sur case blanche f3 · Fou blanc sur case blanche h3 · Pion blanc sur case blanche a2 · Pion blanc sur case noire b2 · Dame blanche sur case noire d2 · Tour blanche sur case noire f2 · Roi blanc sur case blanche b1 · Tour blanche sur case noire c1 | Roi noir sur case blanche e8 · Tour noire sur case noire h8 · Tour noire sur case noire c7 · Dame noire sur case noire e7 · Pion noir sur case blanche f7 · Pion noir sur case blanche a6 · Pion noir sur case noire d6 · Pion noir sur case blanche g6 · Pion noir sur case blanche b5 · Cavalier noir sur case noire c5 · Pion blanc sur case blanche d5 · Pion noir sur case noire e5 · Pion blanc sur case noire g5 · Pion noir sur case blanche h5 · Cavalier noir sur case noire d4 · Pion blanc sur case blanche e4 · Pion blanc sur case noire h4 · Cavalier blanc sur case noire e3 · Pion blanc sur case blanche f3 · Fou blanc sur case blanche h3 · Pion blanc sur case blanche a2 · Pion blanc sur case noire b2 · Dame blanche sur case noire d2 · Tour blanche sur case noire f2 · Roi blanc sur case blanche b1 · Tour blanche sur case noire c1 | 2 |
| 1 | Roi noir sur case blanche e8 · Tour noire sur case noire h8 · Tour noire sur case noire c7 · Dame noire sur case noire e7 · Pion noir sur case blanche f7 · Pion noir sur case blanche a6 · Pion noir sur case noire d6 · Pion noir sur case blanche g6 · Pion noir sur case blanche b5 · Cavalier noir sur case noire c5 · Pion blanc sur case blanche d5 · Pion noir sur case noire e5 · Pion blanc sur case noire g5 · Pion noir sur case blanche h5 · Cavalier noir sur case noire d4 · Pion blanc sur case blanche e4 · Pion blanc sur case noire h4 · Cavalier blanc sur case noire e3 · Pion blanc sur case blanche f3 · Fou blanc sur case blanche h3 · Pion blanc sur case blanche a2 · Pion blanc sur case noire b2 · Dame blanche sur case noire d2 · Tour blanche sur case noire f2 · Roi blanc sur case blanche b1 · Tour blanche sur case noire c1 | Roi noir sur case blanche e8 · Tour noire sur case noire h8 · Tour noire sur case noire c7 · Dame noire sur case noire e7 · Pion noir sur case blanche f7 · Pion noir sur case blanche a6 · Pion noir sur case noire d6 · Pion noir sur case blanche g6 · Pion noir sur case blanche b5 · Cavalier noir sur case noire c5 · Pion blanc sur case blanche d5 · Pion noir sur case noire e5 · Pion blanc sur case noire g5 · Pion noir sur case blanche h5 · Cavalier noir sur case noire d4 · Pion blanc sur case blanche e4 · Pion blanc sur case noire h4 · Cavalier blanc sur case noire e3 · Pion blanc sur case blanche f3 · Fou blanc sur case blanche h3 · Pion blanc sur case blanche a2 · Pion blanc sur case noire b2 · Dame blanche sur case noire d2 · Tour blanche sur case noire f2 · Roi blanc sur case blanche b1 · Tour blanche sur case noire c1 | Roi noir sur case blanche e8 · Tour noire sur case noire h8 · Tour noire sur case noire c7 · Dame noire sur case noire e7 · Pion noir sur case blanche f7 · Pion noir sur case blanche a6 · Pion noir sur case noire d6 · Pion noir sur case blanche g6 · Pion noir sur case blanche b5 · Cavalier noir sur case noire c5 · Pion blanc sur case blanche d5 · Pion noir sur case noire e5 · Pion blanc sur case noire g5 · Pion noir sur case blanche h5 · Cavalier noir sur case noire d4 · Pion blanc sur case blanche e4 · Pion blanc sur case noire h4 · Cavalier blanc sur case noire e3 · Pion blanc sur case blanche f3 · Fou blanc sur case blanche h3 · Pion blanc sur case blanche a2 · Pion blanc sur case noire b2 · Dame blanche sur case noire d2 · Tour blanche sur case noire f2 · Roi blanc sur case blanche b1 · Tour blanche sur case noire c1 | Roi noir sur case blanche e8 · Tour noire sur case noire h8 · Tour noire sur case noire c7 · Dame noire sur case noire e7 · Pion noir sur case blanche f7 · Pion noir sur case blanche a6 · Pion noir sur case noire d6 · Pion noir sur case blanche g6 · Pion noir sur case blanche b5 · Cavalier noir sur case noire c5 · Pion blanc sur case blanche d5 · Pion noir sur case noire e5 · Pion blanc sur case noire g5 · Pion noir sur case blanche h5 · Cavalier noir sur case noire d4 · Pion blanc sur case blanche e4 · Pion blanc sur case noire h4 · Cavalier blanc sur case noire e3 · Pion blanc sur case blanche f3 · Fou blanc sur case blanche h3 · Pion blanc sur case blanche a2 · Pion blanc sur case noire b2 · Dame blanche sur case noire d2 · Tour blanche sur case noire f2 · Roi blanc sur case blanche b1 · Tour blanche sur case noire c1 | Roi noir sur case blanche e8 · Tour noire sur case noire h8 · Tour noire sur case noire c7 · Dame noire sur case noire e7 · Pion noir sur case blanche f7 · Pion noir sur case blanche a6 · Pion noir sur case noire d6 · Pion noir sur case blanche g6 · Pion noir sur case blanche b5 · Cavalier noir sur case noire c5 · Pion blanc sur case blanche d5 · Pion noir sur case noire e5 · Pion blanc sur case noire g5 · Pion noir sur case blanche h5 · Cavalier noir sur case noire d4 · Pion blanc sur case blanche e4 · Pion blanc sur case noire h4 · Cavalier blanc sur case noire e3 · Pion blanc sur case blanche f3 · Fou blanc sur case blanche h3 · Pion blanc sur case blanche a2 · Pion blanc sur case noire b2 · Dame blanche sur case noire d2 · Tour blanche sur case noire f2 · Roi blanc sur case blanche b1 · Tour blanche sur case noire c1 | Roi noir sur case blanche e8 · Tour noire sur case noire h8 · Tour noire sur case noire c7 · Dame noire sur case noire e7 · Pion noir sur case blanche f7 · Pion noir sur case blanche a6 · Pion noir sur case noire d6 · Pion noir sur case blanche g6 · Pion noir sur case blanche b5 · Cavalier noir sur case noire c5 · Pion blanc sur case blanche d5 · Pion noir sur case noire e5 · Pion blanc sur case noire g5 · Pion noir sur case blanche h5 · Cavalier noir sur case noire d4 · Pion blanc sur case blanche e4 · Pion blanc sur case noire h4 · Cavalier blanc sur case noire e3 · Pion blanc sur case blanche f3 · Fou blanc sur case blanche h3 · Pion blanc sur case blanche a2 · Pion blanc sur case noire b2 · Dame blanche sur case noire d2 · Tour blanche sur case noire f2 · Roi blanc sur case blanche b1 · Tour blanche sur case noire c1 | Roi noir sur case blanche e8 · Tour noire sur case noire h8 · Tour noire sur case noire c7 · Dame noire sur case noire e7 · Pion noir sur case blanche f7 · Pion noir sur case blanche a6 · Pion noir sur case noire d6 · Pion noir sur case blanche g6 · Pion noir sur case blanche b5 · Cavalier noir sur case noire c5 · Pion blanc sur case blanche d5 · Pion noir sur case noire e5 · Pion blanc sur case noire g5 · Pion noir sur case blanche h5 · Cavalier noir sur case noire d4 · Pion blanc sur case blanche e4 · Pion blanc sur case noire h4 · Cavalier blanc sur case noire e3 · Pion blanc sur case blanche f3 · Fou blanc sur case blanche h3 · Pion blanc sur case blanche a2 · Pion blanc sur case noire b2 · Dame blanche sur case noire d2 · Tour blanche sur case noire f2 · Roi blanc sur case blanche b1 · Tour blanche sur case noire c1 | Roi noir sur case blanche e8 · Tour noire sur case noire h8 · Tour noire sur case noire c7 · Dame noire sur case noire e7 · Pion noir sur case blanche f7 · Pion noir sur case blanche a6 · Pion noir sur case noire d6 · Pion noir sur case blanche g6 · Pion noir sur case blanche b5 · Cavalier noir sur case noire c5 · Pion blanc sur case blanche d5 · Pion noir sur case noire e5 · Pion blanc sur case noire g5 · Pion noir sur case blanche h5 · Cavalier noir sur case noire d4 · Pion blanc sur case blanche e4 · Pion blanc sur case noire h4 · Cavalier blanc sur case noire e3 · Pion blanc sur case blanche f3 · Fou blanc sur case blanche h3 · Pion blanc sur case blanche a2 · Pion blanc sur case noire b2 · Dame blanche sur case noire d2 · Tour blanche sur case noire f2 · Roi blanc sur case blanche b1 · Tour blanche sur case noire c1 | 1 |
|   | a | b | c | d | e | f | g | h |   |

13 septembre. Après 15...Fe6! 16.Rb1! Ne8 Spassky avait un léger avantage (Krnić). 
Spassky–Fischer, partie 8 ; Défense est-indienne, Variante Sämisch Panno (ECO E84) 

1.d4 Cf6 2.c4 g6 3.Cc3 Fg7 4.e4 d6 5.f3 0-06.Fe3 Cc6 7.Cge2 a6 8.Dd2 Tb8 9.h4 h5 10.Fh6 e5 11.Fxg7 Rxg7 12.d5 Ce7 13.Cg3 c6 14.dxc6 Cxc6 15.0-0-0 Fe6 16.Rb1 Ce8 17.Cd5 b5 18.Ce3 Th8 19.Tc1 Db6 20.Fd3 Cd4 21.Cd5 Da7 22.Cf1 Cf6 23.Cfe3 Fxd5 24.cxd5 Tbc8 25.Tcf1 De7 26.g4 Cd7 27.g5 Rf8 28.Tf2 Re8 29.Ff1 Cc5 30.Fh3 Tc7 31.Tc1 (diagramme) Ccb3 32.axb3 Cxb3 33.Tc6 Cxd2+ 34.Txd2 Rf8 35.Txa6 Ta7 36.Tc6 Rg7 37.Ff1 Ta1+ 38.Rxa1 Da7+ 39.Rb1 Dxe3 40.Rc2 b4 0–1

#### Partie 9: Fischer 1 Spassky 0 (Espagnole, variante d'échange)
|   | a | b | c | d | e | f | g | h |   |
| 8 | Fou noir sur case noire d8 · Cavalier noir sur case blanche g8 · Tour noire sur case noire h8 · Roi noir sur case blanche b7 · Pion noir sur case noire c7 · Pion noir sur case noire g7 · Pion noir sur case blanche h7 · Pion noir sur case blanche a6 · Pion noir sur case noire b6 · Fou noir sur case blanche e6 · Pion noir sur case noire f6 · Pion blanc sur case noire a5 · Pion noir sur case noire c5 · Pion blanc sur case noire e5 · Cavalier blanc sur case blanche e4 · Cavalier blanc sur case blanche b3 · Fou blanc sur case noire e3 · Pion blanc sur case blanche f3 · Pion blanc sur case noire b2 · Pion blanc sur case blanche c2 · Pion blanc sur case blanche g2 · Pion blanc sur case noire h2 · Tour blanche sur case noire a1 · Roi blanc sur case noire g1 | Fou noir sur case noire d8 · Cavalier noir sur case blanche g8 · Tour noire sur case noire h8 · Roi noir sur case blanche b7 · Pion noir sur case noire c7 · Pion noir sur case noire g7 · Pion noir sur case blanche h7 · Pion noir sur case blanche a6 · Pion noir sur case noire b6 · Fou noir sur case blanche e6 · Pion noir sur case noire f6 · Pion blanc sur case noire a5 · Pion noir sur case noire c5 · Pion blanc sur case noire e5 · Cavalier blanc sur case blanche e4 · Cavalier blanc sur case blanche b3 · Fou blanc sur case noire e3 · Pion blanc sur case blanche f3 · Pion blanc sur case noire b2 · Pion blanc sur case blanche c2 · Pion blanc sur case blanche g2 · Pion blanc sur case noire h2 · Tour blanche sur case noire a1 · Roi blanc sur case noire g1 | Fou noir sur case noire d8 · Cavalier noir sur case blanche g8 · Tour noire sur case noire h8 · Roi noir sur case blanche b7 · Pion noir sur case noire c7 · Pion noir sur case noire g7 · Pion noir sur case blanche h7 · Pion noir sur case blanche a6 · Pion noir sur case noire b6 · Fou noir sur case blanche e6 · Pion noir sur case noire f6 · Pion blanc sur case noire a5 · Pion noir sur case noire c5 · Pion blanc sur case noire e5 · Cavalier blanc sur case blanche e4 · Cavalier blanc sur case blanche b3 · Fou blanc sur case noire e3 · Pion blanc sur case blanche f3 · Pion blanc sur case noire b2 · Pion blanc sur case blanche c2 · Pion blanc sur case blanche g2 · Pion blanc sur case noire h2 · Tour blanche sur case noire a1 · Roi blanc sur case noire g1 | Fou noir sur case noire d8 · Cavalier noir sur case blanche g8 · Tour noire sur case noire h8 · Roi noir sur case blanche b7 · Pion noir sur case noire c7 · Pion noir sur case noire g7 · Pion noir sur case blanche h7 · Pion noir sur case blanche a6 · Pion noir sur case noire b6 · Fou noir sur case blanche e6 · Pion noir sur case noire f6 · Pion blanc sur case noire a5 · Pion noir sur case noire c5 · Pion blanc sur case noire e5 · Cavalier blanc sur case blanche e4 · Cavalier blanc sur case blanche b3 · Fou blanc sur case noire e3 · Pion blanc sur case blanche f3 · Pion blanc sur case noire b2 · Pion blanc sur case blanche c2 · Pion blanc sur case blanche g2 · Pion blanc sur case noire h2 · Tour blanche sur case noire a1 · Roi blanc sur case noire g1 | Fou noir sur case noire d8 · Cavalier noir sur case blanche g8 · Tour noire sur case noire h8 · Roi noir sur case blanche b7 · Pion noir sur case noire c7 · Pion noir sur case noire g7 · Pion noir sur case blanche h7 · Pion noir sur case blanche a6 · Pion noir sur case noire b6 · Fou noir sur case blanche e6 · Pion noir sur case noire f6 · Pion blanc sur case noire a5 · Pion noir sur case noire c5 · Pion blanc sur case noire e5 · Cavalier blanc sur case blanche e4 · Cavalier blanc sur case blanche b3 · Fou blanc sur case noire e3 · Pion blanc sur case blanche f3 · Pion blanc sur case noire b2 · Pion blanc sur case blanche c2 · Pion blanc sur case blanche g2 · Pion blanc sur case noire h2 · Tour blanche sur case noire a1 · Roi blanc sur case noire g1 | Fou noir sur case noire d8 · Cavalier noir sur case blanche g8 · Tour noire sur case noire h8 · Roi noir sur case blanche b7 · Pion noir sur case noire c7 · Pion noir sur case noire g7 · Pion noir sur case blanche h7 · Pion noir sur case blanche a6 · Pion noir sur case noire b6 · Fou noir sur case blanche e6 · Pion noir sur case noire f6 · Pion blanc sur case noire a5 · Pion noir sur case noire c5 · Pion blanc sur case noire e5 · Cavalier blanc sur case blanche e4 · Cavalier blanc sur case blanche b3 · Fou blanc sur case noire e3 · Pion blanc sur case blanche f3 · Pion blanc sur case noire b2 · Pion blanc sur case blanche c2 · Pion blanc sur case blanche g2 · Pion blanc sur case noire h2 · Tour blanche sur case noire a1 · Roi blanc sur case noire g1 | Fou noir sur case noire d8 · Cavalier noir sur case blanche g8 · Tour noire sur case noire h8 · Roi noir sur case blanche b7 · Pion noir sur case noire c7 · Pion noir sur case noire g7 · Pion noir sur case blanche h7 · Pion noir sur case blanche a6 · Pion noir sur case noire b6 · Fou noir sur case blanche e6 · Pion noir sur case noire f6 · Pion blanc sur case noire a5 · Pion noir sur case noire c5 · Pion blanc sur case noire e5 · Cavalier blanc sur case blanche e4 · Cavalier blanc sur case blanche b3 · Fou blanc sur case noire e3 · Pion blanc sur case blanche f3 · Pion blanc sur case noire b2 · Pion blanc sur case blanche c2 · Pion blanc sur case blanche g2 · Pion blanc sur case noire h2 · Tour blanche sur case noire a1 · Roi blanc sur case noire g1 | Fou noir sur case noire d8 · Cavalier noir sur case blanche g8 · Tour noire sur case noire h8 · Roi noir sur case blanche b7 · Pion noir sur case noire c7 · Pion noir sur case noire g7 · Pion noir sur case blanche h7 · Pion noir sur case blanche a6 · Pion noir sur case noire b6 · Fou noir sur case blanche e6 · Pion noir sur case noire f6 · Pion blanc sur case noire a5 · Pion noir sur case noire c5 · Pion blanc sur case noire e5 · Cavalier blanc sur case blanche e4 · Cavalier blanc sur case blanche b3 · Fou blanc sur case noire e3 · Pion blanc sur case blanche f3 · Pion blanc sur case noire b2 · Pion blanc sur case blanche c2 · Pion blanc sur case blanche g2 · Pion blanc sur case noire h2 · Tour blanche sur case noire a1 · Roi blanc sur case noire g1 | 8 |
| 7 | Fou noir sur case noire d8 · Cavalier noir sur case blanche g8 · Tour noire sur case noire h8 · Roi noir sur case blanche b7 · Pion noir sur case noire c7 · Pion noir sur case noire g7 · Pion noir sur case blanche h7 · Pion noir sur case blanche a6 · Pion noir sur case noire b6 · Fou noir sur case blanche e6 · Pion noir sur case noire f6 · Pion blanc sur case noire a5 · Pion noir sur case noire c5 · Pion blanc sur case noire e5 · Cavalier blanc sur case blanche e4 · Cavalier blanc sur case blanche b3 · Fou blanc sur case noire e3 · Pion blanc sur case blanche f3 · Pion blanc sur case noire b2 · Pion blanc sur case blanche c2 · Pion blanc sur case blanche g2 · Pion blanc sur case noire h2 · Tour blanche sur case noire a1 · Roi blanc sur case noire g1 | Fou noir sur case noire d8 · Cavalier noir sur case blanche g8 · Tour noire sur case noire h8 · Roi noir sur case blanche b7 · Pion noir sur case noire c7 · Pion noir sur case noire g7 · Pion noir sur case blanche h7 · Pion noir sur case blanche a6 · Pion noir sur case noire b6 · Fou noir sur case blanche e6 · Pion noir sur case noire f6 · Pion blanc sur case noire a5 · Pion noir sur case noire c5 · Pion blanc sur case noire e5 · Cavalier blanc sur case blanche e4 · Cavalier blanc sur case blanche b3 · Fou blanc sur case noire e3 · Pion blanc sur case blanche f3 · Pion blanc sur case noire b2 · Pion blanc sur case blanche c2 · Pion blanc sur case blanche g2 · Pion blanc sur case noire h2 · Tour blanche sur case noire a1 · Roi blanc sur case noire g1 | Fou noir sur case noire d8 · Cavalier noir sur case blanche g8 · Tour noire sur case noire h8 · Roi noir sur case blanche b7 · Pion noir sur case noire c7 · Pion noir sur case noire g7 · Pion noir sur case blanche h7 · Pion noir sur case blanche a6 · Pion noir sur case noire b6 · Fou noir sur case blanche e6 · Pion noir sur case noire f6 · Pion blanc sur case noire a5 · Pion noir sur case noire c5 · Pion blanc sur case noire e5 · Cavalier blanc sur case blanche e4 · Cavalier blanc sur case blanche b3 · Fou blanc sur case noire e3 · Pion blanc sur case blanche f3 · Pion blanc sur case noire b2 · Pion blanc sur case blanche c2 · Pion blanc sur case blanche g2 · Pion blanc sur case noire h2 · Tour blanche sur case noire a1 · Roi blanc sur case noire g1 | Fou noir sur case noire d8 · Cavalier noir sur case blanche g8 · Tour noire sur case noire h8 · Roi noir sur case blanche b7 · Pion noir sur case noire c7 · Pion noir sur case noire g7 · Pion noir sur case blanche h7 · Pion noir sur case blanche a6 · Pion noir sur case noire b6 · Fou noir sur case blanche e6 · Pion noir sur case noire f6 · Pion blanc sur case noire a5 · Pion noir sur case noire c5 · Pion blanc sur case noire e5 · Cavalier blanc sur case blanche e4 · Cavalier blanc sur case blanche b3 · Fou blanc sur case noire e3 · Pion blanc sur case blanche f3 · Pion blanc sur case noire b2 · Pion blanc sur case blanche c2 · Pion blanc sur case blanche g2 · Pion blanc sur case noire h2 · Tour blanche sur case noire a1 · Roi blanc sur case noire g1 | Fou noir sur case noire d8 · Cavalier noir sur case blanche g8 · Tour noire sur case noire h8 · Roi noir sur case blanche b7 · Pion noir sur case noire c7 · Pion noir sur case noire g7 · Pion noir sur case blanche h7 · Pion noir sur case blanche a6 · Pion noir sur case noire b6 · Fou noir sur case blanche e6 · Pion noir sur case noire f6 · Pion blanc sur case noire a5 · Pion noir sur case noire c5 · Pion blanc sur case noire e5 · Cavalier blanc sur case blanche e4 · Cavalier blanc sur case blanche b3 · Fou blanc sur case noire e3 · Pion blanc sur case blanche f3 · Pion blanc sur case noire b2 · Pion blanc sur case blanche c2 · Pion blanc sur case blanche g2 · Pion blanc sur case noire h2 · Tour blanche sur case noire a1 · Roi blanc sur case noire g1 | Fou noir sur case noire d8 · Cavalier noir sur case blanche g8 · Tour noire sur case noire h8 · Roi noir sur case blanche b7 · Pion noir sur case noire c7 · Pion noir sur case noire g7 · Pion noir sur case blanche h7 · Pion noir sur case blanche a6 · Pion noir sur case noire b6 · Fou noir sur case blanche e6 · Pion noir sur case noire f6 · Pion blanc sur case noire a5 · Pion noir sur case noire c5 · Pion blanc sur case noire e5 · Cavalier blanc sur case blanche e4 · Cavalier blanc sur case blanche b3 · Fou blanc sur case noire e3 · Pion blanc sur case blanche f3 · Pion blanc sur case noire b2 · Pion blanc sur case blanche c2 · Pion blanc sur case blanche g2 · Pion blanc sur case noire h2 · Tour blanche sur case noire a1 · Roi blanc sur case noire g1 | Fou noir sur case noire d8 · Cavalier noir sur case blanche g8 · Tour noire sur case noire h8 · Roi noir sur case blanche b7 · Pion noir sur case noire c7 · Pion noir sur case noire g7 · Pion noir sur case blanche h7 · Pion noir sur case blanche a6 · Pion noir sur case noire b6 · Fou noir sur case blanche e6 · Pion noir sur case noire f6 · Pion blanc sur case noire a5 · Pion noir sur case noire c5 · Pion blanc sur case noire e5 · Cavalier blanc sur case blanche e4 · Cavalier blanc sur case blanche b3 · Fou blanc sur case noire e3 · Pion blanc sur case blanche f3 · Pion blanc sur case noire b2 · Pion blanc sur case blanche c2 · Pion blanc sur case blanche g2 · Pion blanc sur case noire h2 · Tour blanche sur case noire a1 · Roi blanc sur case noire g1 | Fou noir sur case noire d8 · Cavalier noir sur case blanche g8 · Tour noire sur case noire h8 · Roi noir sur case blanche b7 · Pion noir sur case noire c7 · Pion noir sur case noire g7 · Pion noir sur case blanche h7 · Pion noir sur case blanche a6 · Pion noir sur case noire b6 · Fou noir sur case blanche e6 · Pion noir sur case noire f6 · Pion blanc sur case noire a5 · Pion noir sur case noire c5 · Pion blanc sur case noire e5 · Cavalier blanc sur case blanche e4 · Cavalier blanc sur case blanche b3 · Fou blanc sur case noire e3 · Pion blanc sur case blanche f3 · Pion blanc sur case noire b2 · Pion blanc sur case blanche c2 · Pion blanc sur case blanche g2 · Pion blanc sur case noire h2 · Tour blanche sur case noire a1 · Roi blanc sur case noire g1 | 7 |
| 6 | Fou noir sur case noire d8 · Cavalier noir sur case blanche g8 · Tour noire sur case noire h8 · Roi noir sur case blanche b7 · Pion noir sur case noire c7 · Pion noir sur case noire g7 · Pion noir sur case blanche h7 · Pion noir sur case blanche a6 · Pion noir sur case noire b6 · Fou noir sur case blanche e6 · Pion noir sur case noire f6 · Pion blanc sur case noire a5 · Pion noir sur case noire c5 · Pion blanc sur case noire e5 · Cavalier blanc sur case blanche e4 · Cavalier blanc sur case blanche b3 · Fou blanc sur case noire e3 · Pion blanc sur case blanche f3 · Pion blanc sur case noire b2 · Pion blanc sur case blanche c2 · Pion blanc sur case blanche g2 · Pion blanc sur case noire h2 · Tour blanche sur case noire a1 · Roi blanc sur case noire g1 | Fou noir sur case noire d8 · Cavalier noir sur case blanche g8 · Tour noire sur case noire h8 · Roi noir sur case blanche b7 · Pion noir sur case noire c7 · Pion noir sur case noire g7 · Pion noir sur case blanche h7 · Pion noir sur case blanche a6 · Pion noir sur case noire b6 · Fou noir sur case blanche e6 · Pion noir sur case noire f6 · Pion blanc sur case noire a5 · Pion noir sur case noire c5 · Pion blanc sur case noire e5 · Cavalier blanc sur case blanche e4 · Cavalier blanc sur case blanche b3 · Fou blanc sur case noire e3 · Pion blanc sur case blanche f3 · Pion blanc sur case noire b2 · Pion blanc sur case blanche c2 · Pion blanc sur case blanche g2 · Pion blanc sur case noire h2 · Tour blanche sur case noire a1 · Roi blanc sur case noire g1 | Fou noir sur case noire d8 · Cavalier noir sur case blanche g8 · Tour noire sur case noire h8 · Roi noir sur case blanche b7 · Pion noir sur case noire c7 · Pion noir sur case noire g7 · Pion noir sur case blanche h7 · Pion noir sur case blanche a6 · Pion noir sur case noire b6 · Fou noir sur case blanche e6 · Pion noir sur case noire f6 · Pion blanc sur case noire a5 · Pion noir sur case noire c5 · Pion blanc sur case noire e5 · Cavalier blanc sur case blanche e4 · Cavalier blanc sur case blanche b3 · Fou blanc sur case noire e3 · Pion blanc sur case blanche f3 · Pion blanc sur case noire b2 · Pion blanc sur case blanche c2 · Pion blanc sur case blanche g2 · Pion blanc sur case noire h2 · Tour blanche sur case noire a1 · Roi blanc sur case noire g1 | Fou noir sur case noire d8 · Cavalier noir sur case blanche g8 · Tour noire sur case noire h8 · Roi noir sur case blanche b7 · Pion noir sur case noire c7 · Pion noir sur case noire g7 · Pion noir sur case blanche h7 · Pion noir sur case blanche a6 · Pion noir sur case noire b6 · Fou noir sur case blanche e6 · Pion noir sur case noire f6 · Pion blanc sur case noire a5 · Pion noir sur case noire c5 · Pion blanc sur case noire e5 · Cavalier blanc sur case blanche e4 · Cavalier blanc sur case blanche b3 · Fou blanc sur case noire e3 · Pion blanc sur case blanche f3 · Pion blanc sur case noire b2 · Pion blanc sur case blanche c2 · Pion blanc sur case blanche g2 · Pion blanc sur case noire h2 · Tour blanche sur case noire a1 · Roi blanc sur case noire g1 | Fou noir sur case noire d8 · Cavalier noir sur case blanche g8 · Tour noire sur case noire h8 · Roi noir sur case blanche b7 · Pion noir sur case noire c7 · Pion noir sur case noire g7 · Pion noir sur case blanche h7 · Pion noir sur case blanche a6 · Pion noir sur case noire b6 · Fou noir sur case blanche e6 · Pion noir sur case noire f6 · Pion blanc sur case noire a5 · Pion noir sur case noire c5 · Pion blanc sur case noire e5 · Cavalier blanc sur case blanche e4 · Cavalier blanc sur case blanche b3 · Fou blanc sur case noire e3 · Pion blanc sur case blanche f3 · Pion blanc sur case noire b2 · Pion blanc sur case blanche c2 · Pion blanc sur case blanche g2 · Pion blanc sur case noire h2 · Tour blanche sur case noire a1 · Roi blanc sur case noire g1 | Fou noir sur case noire d8 · Cavalier noir sur case blanche g8 · Tour noire sur case noire h8 · Roi noir sur case blanche b7 · Pion noir sur case noire c7 · Pion noir sur case noire g7 · Pion noir sur case blanche h7 · Pion noir sur case blanche a6 · Pion noir sur case noire b6 · Fou noir sur case blanche e6 · Pion noir sur case noire f6 · Pion blanc sur case noire a5 · Pion noir sur case noire c5 · Pion blanc sur case noire e5 · Cavalier blanc sur case blanche e4 · Cavalier blanc sur case blanche b3 · Fou blanc sur case noire e3 · Pion blanc sur case blanche f3 · Pion blanc sur case noire b2 · Pion blanc sur case blanche c2 · Pion blanc sur case blanche g2 · Pion blanc sur case noire h2 · Tour blanche sur case noire a1 · Roi blanc sur case noire g1 | Fou noir sur case noire d8 · Cavalier noir sur case blanche g8 · Tour noire sur case noire h8 · Roi noir sur case blanche b7 · Pion noir sur case noire c7 · Pion noir sur case noire g7 · Pion noir sur case blanche h7 · Pion noir sur case blanche a6 · Pion noir sur case noire b6 · Fou noir sur case blanche e6 · Pion noir sur case noire f6 · Pion blanc sur case noire a5 · Pion noir sur case noire c5 · Pion blanc sur case noire e5 · Cavalier blanc sur case blanche e4 · Cavalier blanc sur case blanche b3 · Fou blanc sur case noire e3 · Pion blanc sur case blanche f3 · Pion blanc sur case noire b2 · Pion blanc sur case blanche c2 · Pion blanc sur case blanche g2 · Pion blanc sur case noire h2 · Tour blanche sur case noire a1 · Roi blanc sur case noire g1 | Fou noir sur case noire d8 · Cavalier noir sur case blanche g8 · Tour noire sur case noire h8 · Roi noir sur case blanche b7 · Pion noir sur case noire c7 · Pion noir sur case noire g7 · Pion noir sur case blanche h7 · Pion noir sur case blanche a6 · Pion noir sur case noire b6 · Fou noir sur case blanche e6 · Pion noir sur case noire f6 · Pion blanc sur case noire a5 · Pion noir sur case noire c5 · Pion blanc sur case noire e5 · Cavalier blanc sur case blanche e4 · Cavalier blanc sur case blanche b3 · Fou blanc sur case noire e3 · Pion blanc sur case blanche f3 · Pion blanc sur case noire b2 · Pion blanc sur case blanche c2 · Pion blanc sur case blanche g2 · Pion blanc sur case noire h2 · Tour blanche sur case noire a1 · Roi blanc sur case noire g1 | 6 |
| 5 | Fou noir sur case noire d8 · Cavalier noir sur case blanche g8 · Tour noire sur case noire h8 · Roi noir sur case blanche b7 · Pion noir sur case noire c7 · Pion noir sur case noire g7 · Pion noir sur case blanche h7 · Pion noir sur case blanche a6 · Pion noir sur case noire b6 · Fou noir sur case blanche e6 · Pion noir sur case noire f6 · Pion blanc sur case noire a5 · Pion noir sur case noire c5 · Pion blanc sur case noire e5 · Cavalier blanc sur case blanche e4 · Cavalier blanc sur case blanche b3 · Fou blanc sur case noire e3 · Pion blanc sur case blanche f3 · Pion blanc sur case noire b2 · Pion blanc sur case blanche c2 · Pion blanc sur case blanche g2 · Pion blanc sur case noire h2 · Tour blanche sur case noire a1 · Roi blanc sur case noire g1 | Fou noir sur case noire d8 · Cavalier noir sur case blanche g8 · Tour noire sur case noire h8 · Roi noir sur case blanche b7 · Pion noir sur case noire c7 · Pion noir sur case noire g7 · Pion noir sur case blanche h7 · Pion noir sur case blanche a6 · Pion noir sur case noire b6 · Fou noir sur case blanche e6 · Pion noir sur case noire f6 · Pion blanc sur case noire a5 · Pion noir sur case noire c5 · Pion blanc sur case noire e5 · Cavalier blanc sur case blanche e4 · Cavalier blanc sur case blanche b3 · Fou blanc sur case noire e3 · Pion blanc sur case blanche f3 · Pion blanc sur case noire b2 · Pion blanc sur case blanche c2 · Pion blanc sur case blanche g2 · Pion blanc sur case noire h2 · Tour blanche sur case noire a1 · Roi blanc sur case noire g1 | Fou noir sur case noire d8 · Cavalier noir sur case blanche g8 · Tour noire sur case noire h8 · Roi noir sur case blanche b7 · Pion noir sur case noire c7 · Pion noir sur case noire g7 · Pion noir sur case blanche h7 · Pion noir sur case blanche a6 · Pion noir sur case noire b6 · Fou noir sur case blanche e6 · Pion noir sur case noire f6 · Pion blanc sur case noire a5 · Pion noir sur case noire c5 · Pion blanc sur case noire e5 · Cavalier blanc sur case blanche e4 · Cavalier blanc sur case blanche b3 · Fou blanc sur case noire e3 · Pion blanc sur case blanche f3 · Pion blanc sur case noire b2 · Pion blanc sur case blanche c2 · Pion blanc sur case blanche g2 · Pion blanc sur case noire h2 · Tour blanche sur case noire a1 · Roi blanc sur case noire g1 | Fou noir sur case noire d8 · Cavalier noir sur case blanche g8 · Tour noire sur case noire h8 · Roi noir sur case blanche b7 · Pion noir sur case noire c7 · Pion noir sur case noire g7 · Pion noir sur case blanche h7 · Pion noir sur case blanche a6 · Pion noir sur case noire b6 · Fou noir sur case blanche e6 · Pion noir sur case noire f6 · Pion blanc sur case noire a5 · Pion noir sur case noire c5 · Pion blanc sur case noire e5 · Cavalier blanc sur case blanche e4 · Cavalier blanc sur case blanche b3 · Fou blanc sur case noire e3 · Pion blanc sur case blanche f3 · Pion blanc sur case noire b2 · Pion blanc sur case blanche c2 · Pion blanc sur case blanche g2 · Pion blanc sur case noire h2 · Tour blanche sur case noire a1 · Roi blanc sur case noire g1 | Fou noir sur case noire d8 · Cavalier noir sur case blanche g8 · Tour noire sur case noire h8 · Roi noir sur case blanche b7 · Pion noir sur case noire c7 · Pion noir sur case noire g7 · Pion noir sur case blanche h7 · Pion noir sur case blanche a6 · Pion noir sur case noire b6 · Fou noir sur case blanche e6 · Pion noir sur case noire f6 · Pion blanc sur case noire a5 · Pion noir sur case noire c5 · Pion blanc sur case noire e5 · Cavalier blanc sur case blanche e4 · Cavalier blanc sur case blanche b3 · Fou blanc sur case noire e3 · Pion blanc sur case blanche f3 · Pion blanc sur case noire b2 · Pion blanc sur case blanche c2 · Pion blanc sur case blanche g2 · Pion blanc sur case noire h2 · Tour blanche sur case noire a1 · Roi blanc sur case noire g1 | Fou noir sur case noire d8 · Cavalier noir sur case blanche g8 · Tour noire sur case noire h8 · Roi noir sur case blanche b7 · Pion noir sur case noire c7 · Pion noir sur case noire g7 · Pion noir sur case blanche h7 · Pion noir sur case blanche a6 · Pion noir sur case noire b6 · Fou noir sur case blanche e6 · Pion noir sur case noire f6 · Pion blanc sur case noire a5 · Pion noir sur case noire c5 · Pion blanc sur case noire e5 · Cavalier blanc sur case blanche e4 · Cavalier blanc sur case blanche b3 · Fou blanc sur case noire e3 · Pion blanc sur case blanche f3 · Pion blanc sur case noire b2 · Pion blanc sur case blanche c2 · Pion blanc sur case blanche g2 · Pion blanc sur case noire h2 · Tour blanche sur case noire a1 · Roi blanc sur case noire g1 | Fou noir sur case noire d8 · Cavalier noir sur case blanche g8 · Tour noire sur case noire h8 · Roi noir sur case blanche b7 · Pion noir sur case noire c7 · Pion noir sur case noire g7 · Pion noir sur case blanche h7 · Pion noir sur case blanche a6 · Pion noir sur case noire b6 · Fou noir sur case blanche e6 · Pion noir sur case noire f6 · Pion blanc sur case noire a5 · Pion noir sur case noire c5 · Pion blanc sur case noire e5 · Cavalier blanc sur case blanche e4 · Cavalier blanc sur case blanche b3 · Fou blanc sur case noire e3 · Pion blanc sur case blanche f3 · Pion blanc sur case noire b2 · Pion blanc sur case blanche c2 · Pion blanc sur case blanche g2 · Pion blanc sur case noire h2 · Tour blanche sur case noire a1 · Roi blanc sur case noire g1 | Fou noir sur case noire d8 · Cavalier noir sur case blanche g8 · Tour noire sur case noire h8 · Roi noir sur case blanche b7 · Pion noir sur case noire c7 · Pion noir sur case noire g7 · Pion noir sur case blanche h7 · Pion noir sur case blanche a6 · Pion noir sur case noire b6 · Fou noir sur case blanche e6 · Pion noir sur case noire f6 · Pion blanc sur case noire a5 · Pion noir sur case noire c5 · Pion blanc sur case noire e5 · Cavalier blanc sur case blanche e4 · Cavalier blanc sur case blanche b3 · Fou blanc sur case noire e3 · Pion blanc sur case blanche f3 · Pion blanc sur case noire b2 · Pion blanc sur case blanche c2 · Pion blanc sur case blanche g2 · Pion blanc sur case noire h2 · Tour blanche sur case noire a1 · Roi blanc sur case noire g1 | 5 |
| 4 | Fou noir sur case noire d8 · Cavalier noir sur case blanche g8 · Tour noire sur case noire h8 · Roi noir sur case blanche b7 · Pion noir sur case noire c7 · Pion noir sur case noire g7 · Pion noir sur case blanche h7 · Pion noir sur case blanche a6 · Pion noir sur case noire b6 · Fou noir sur case blanche e6 · Pion noir sur case noire f6 · Pion blanc sur case noire a5 · Pion noir sur case noire c5 · Pion blanc sur case noire e5 · Cavalier blanc sur case blanche e4 · Cavalier blanc sur case blanche b3 · Fou blanc sur case noire e3 · Pion blanc sur case blanche f3 · Pion blanc sur case noire b2 · Pion blanc sur case blanche c2 · Pion blanc sur case blanche g2 · Pion blanc sur case noire h2 · Tour blanche sur case noire a1 · Roi blanc sur case noire g1 | Fou noir sur case noire d8 · Cavalier noir sur case blanche g8 · Tour noire sur case noire h8 · Roi noir sur case blanche b7 · Pion noir sur case noire c7 · Pion noir sur case noire g7 · Pion noir sur case blanche h7 · Pion noir sur case blanche a6 · Pion noir sur case noire b6 · Fou noir sur case blanche e6 · Pion noir sur case noire f6 · Pion blanc sur case noire a5 · Pion noir sur case noire c5 · Pion blanc sur case noire e5 · Cavalier blanc sur case blanche e4 · Cavalier blanc sur case blanche b3 · Fou blanc sur case noire e3 · Pion blanc sur case blanche f3 · Pion blanc sur case noire b2 · Pion blanc sur case blanche c2 · Pion blanc sur case blanche g2 · Pion blanc sur case noire h2 · Tour blanche sur case noire a1 · Roi blanc sur case noire g1 | Fou noir sur case noire d8 · Cavalier noir sur case blanche g8 · Tour noire sur case noire h8 · Roi noir sur case blanche b7 · Pion noir sur case noire c7 · Pion noir sur case noire g7 · Pion noir sur case blanche h7 · Pion noir sur case blanche a6 · Pion noir sur case noire b6 · Fou noir sur case blanche e6 · Pion noir sur case noire f6 · Pion blanc sur case noire a5 · Pion noir sur case noire c5 · Pion blanc sur case noire e5 · Cavalier blanc sur case blanche e4 · Cavalier blanc sur case blanche b3 · Fou blanc sur case noire e3 · Pion blanc sur case blanche f3 · Pion blanc sur case noire b2 · Pion blanc sur case blanche c2 · Pion blanc sur case blanche g2 · Pion blanc sur case noire h2 · Tour blanche sur case noire a1 · Roi blanc sur case noire g1 | Fou noir sur case noire d8 · Cavalier noir sur case blanche g8 · Tour noire sur case noire h8 · Roi noir sur case blanche b7 · Pion noir sur case noire c7 · Pion noir sur case noire g7 · Pion noir sur case blanche h7 · Pion noir sur case blanche a6 · Pion noir sur case noire b6 · Fou noir sur case blanche e6 · Pion noir sur case noire f6 · Pion blanc sur case noire a5 · Pion noir sur case noire c5 · Pion blanc sur case noire e5 · Cavalier blanc sur case blanche e4 · Cavalier blanc sur case blanche b3 · Fou blanc sur case noire e3 · Pion blanc sur case blanche f3 · Pion blanc sur case noire b2 · Pion blanc sur case blanche c2 · Pion blanc sur case blanche g2 · Pion blanc sur case noire h2 · Tour blanche sur case noire a1 · Roi blanc sur case noire g1 | Fou noir sur case noire d8 · Cavalier noir sur case blanche g8 · Tour noire sur case noire h8 · Roi noir sur case blanche b7 · Pion noir sur case noire c7 · Pion noir sur case noire g7 · Pion noir sur case blanche h7 · Pion noir sur case blanche a6 · Pion noir sur case noire b6 · Fou noir sur case blanche e6 · Pion noir sur case noire f6 · Pion blanc sur case noire a5 · Pion noir sur case noire c5 · Pion blanc sur case noire e5 · Cavalier blanc sur case blanche e4 · Cavalier blanc sur case blanche b3 · Fou blanc sur case noire e3 · Pion blanc sur case blanche f3 · Pion blanc sur case noire b2 · Pion blanc sur case blanche c2 · Pion blanc sur case blanche g2 · Pion blanc sur case noire h2 · Tour blanche sur case noire a1 · Roi blanc sur case noire g1 | Fou noir sur case noire d8 · Cavalier noir sur case blanche g8 · Tour noire sur case noire h8 · Roi noir sur case blanche b7 · Pion noir sur case noire c7 · Pion noir sur case noire g7 · Pion noir sur case blanche h7 · Pion noir sur case blanche a6 · Pion noir sur case noire b6 · Fou noir sur case blanche e6 · Pion noir sur case noire f6 · Pion blanc sur case noire a5 · Pion noir sur case noire c5 · Pion blanc sur case noire e5 · Cavalier blanc sur case blanche e4 · Cavalier blanc sur case blanche b3 · Fou blanc sur case noire e3 · Pion blanc sur case blanche f3 · Pion blanc sur case noire b2 · Pion blanc sur case blanche c2 · Pion blanc sur case blanche g2 · Pion blanc sur case noire h2 · Tour blanche sur case noire a1 · Roi blanc sur case noire g1 | Fou noir sur case noire d8 · Cavalier noir sur case blanche g8 · Tour noire sur case noire h8 · Roi noir sur case blanche b7 · Pion noir sur case noire c7 · Pion noir sur case noire g7 · Pion noir sur case blanche h7 · Pion noir sur case blanche a6 · Pion noir sur case noire b6 · Fou noir sur case blanche e6 · Pion noir sur case noire f6 · Pion blanc sur case noire a5 · Pion noir sur case noire c5 · Pion blanc sur case noire e5 · Cavalier blanc sur case blanche e4 · Cavalier blanc sur case blanche b3 · Fou blanc sur case noire e3 · Pion blanc sur case blanche f3 · Pion blanc sur case noire b2 · Pion blanc sur case blanche c2 · Pion blanc sur case blanche g2 · Pion blanc sur case noire h2 · Tour blanche sur case noire a1 · Roi blanc sur case noire g1 | Fou noir sur case noire d8 · Cavalier noir sur case blanche g8 · Tour noire sur case noire h8 · Roi noir sur case blanche b7 · Pion noir sur case noire c7 · Pion noir sur case noire g7 · Pion noir sur case blanche h7 · Pion noir sur case blanche a6 · Pion noir sur case noire b6 · Fou noir sur case blanche e6 · Pion noir sur case noire f6 · Pion blanc sur case noire a5 · Pion noir sur case noire c5 · Pion blanc sur case noire e5 · Cavalier blanc sur case blanche e4 · Cavalier blanc sur case blanche b3 · Fou blanc sur case noire e3 · Pion blanc sur case blanche f3 · Pion blanc sur case noire b2 · Pion blanc sur case blanche c2 · Pion blanc sur case blanche g2 · Pion blanc sur case noire h2 · Tour blanche sur case noire a1 · Roi blanc sur case noire g1 | 4 |
| 3 | Fou noir sur case noire d8 · Cavalier noir sur case blanche g8 · Tour noire sur case noire h8 · Roi noir sur case blanche b7 · Pion noir sur case noire c7 · Pion noir sur case noire g7 · Pion noir sur case blanche h7 · Pion noir sur case blanche a6 · Pion noir sur case noire b6 · Fou noir sur case blanche e6 · Pion noir sur case noire f6 · Pion blanc sur case noire a5 · Pion noir sur case noire c5 · Pion blanc sur case noire e5 · Cavalier blanc sur case blanche e4 · Cavalier blanc sur case blanche b3 · Fou blanc sur case noire e3 · Pion blanc sur case blanche f3 · Pion blanc sur case noire b2 · Pion blanc sur case blanche c2 · Pion blanc sur case blanche g2 · Pion blanc sur case noire h2 · Tour blanche sur case noire a1 · Roi blanc sur case noire g1 | Fou noir sur case noire d8 · Cavalier noir sur case blanche g8 · Tour noire sur case noire h8 · Roi noir sur case blanche b7 · Pion noir sur case noire c7 · Pion noir sur case noire g7 · Pion noir sur case blanche h7 · Pion noir sur case blanche a6 · Pion noir sur case noire b6 · Fou noir sur case blanche e6 · Pion noir sur case noire f6 · Pion blanc sur case noire a5 · Pion noir sur case noire c5 · Pion blanc sur case noire e5 · Cavalier blanc sur case blanche e4 · Cavalier blanc sur case blanche b3 · Fou blanc sur case noire e3 · Pion blanc sur case blanche f3 · Pion blanc sur case noire b2 · Pion blanc sur case blanche c2 · Pion blanc sur case blanche g2 · Pion blanc sur case noire h2 · Tour blanche sur case noire a1 · Roi blanc sur case noire g1 | Fou noir sur case noire d8 · Cavalier noir sur case blanche g8 · Tour noire sur case noire h8 · Roi noir sur case blanche b7 · Pion noir sur case noire c7 · Pion noir sur case noire g7 · Pion noir sur case blanche h7 · Pion noir sur case blanche a6 · Pion noir sur case noire b6 · Fou noir sur case blanche e6 · Pion noir sur case noire f6 · Pion blanc sur case noire a5 · Pion noir sur case noire c5 · Pion blanc sur case noire e5 · Cavalier blanc sur case blanche e4 · Cavalier blanc sur case blanche b3 · Fou blanc sur case noire e3 · Pion blanc sur case blanche f3 · Pion blanc sur case noire b2 · Pion blanc sur case blanche c2 · Pion blanc sur case blanche g2 · Pion blanc sur case noire h2 · Tour blanche sur case noire a1 · Roi blanc sur case noire g1 | Fou noir sur case noire d8 · Cavalier noir sur case blanche g8 · Tour noire sur case noire h8 · Roi noir sur case blanche b7 · Pion noir sur case noire c7 · Pion noir sur case noire g7 · Pion noir sur case blanche h7 · Pion noir sur case blanche a6 · Pion noir sur case noire b6 · Fou noir sur case blanche e6 · Pion noir sur case noire f6 · Pion blanc sur case noire a5 · Pion noir sur case noire c5 · Pion blanc sur case noire e5 · Cavalier blanc sur case blanche e4 · Cavalier blanc sur case blanche b3 · Fou blanc sur case noire e3 · Pion blanc sur case blanche f3 · Pion blanc sur case noire b2 · Pion blanc sur case blanche c2 · Pion blanc sur case blanche g2 · Pion blanc sur case noire h2 · Tour blanche sur case noire a1 · Roi blanc sur case noire g1 | Fou noir sur case noire d8 · Cavalier noir sur case blanche g8 · Tour noire sur case noire h8 · Roi noir sur case blanche b7 · Pion noir sur case noire c7 · Pion noir sur case noire g7 · Pion noir sur case blanche h7 · Pion noir sur case blanche a6 · Pion noir sur case noire b6 · Fou noir sur case blanche e6 · Pion noir sur case noire f6 · Pion blanc sur case noire a5 · Pion noir sur case noire c5 · Pion blanc sur case noire e5 · Cavalier blanc sur case blanche e4 · Cavalier blanc sur case blanche b3 · Fou blanc sur case noire e3 · Pion blanc sur case blanche f3 · Pion blanc sur case noire b2 · Pion blanc sur case blanche c2 · Pion blanc sur case blanche g2 · Pion blanc sur case noire h2 · Tour blanche sur case noire a1 · Roi blanc sur case noire g1 | Fou noir sur case noire d8 · Cavalier noir sur case blanche g8 · Tour noire sur case noire h8 · Roi noir sur case blanche b7 · Pion noir sur case noire c7 · Pion noir sur case noire g7 · Pion noir sur case blanche h7 · Pion noir sur case blanche a6 · Pion noir sur case noire b6 · Fou noir sur case blanche e6 · Pion noir sur case noire f6 · Pion blanc sur case noire a5 · Pion noir sur case noire c5 · Pion blanc sur case noire e5 · Cavalier blanc sur case blanche e4 · Cavalier blanc sur case blanche b3 · Fou blanc sur case noire e3 · Pion blanc sur case blanche f3 · Pion blanc sur case noire b2 · Pion blanc sur case blanche c2 · Pion blanc sur case blanche g2 · Pion blanc sur case noire h2 · Tour blanche sur case noire a1 · Roi blanc sur case noire g1 | Fou noir sur case noire d8 · Cavalier noir sur case blanche g8 · Tour noire sur case noire h8 · Roi noir sur case blanche b7 · Pion noir sur case noire c7 · Pion noir sur case noire g7 · Pion noir sur case blanche h7 · Pion noir sur case blanche a6 · Pion noir sur case noire b6 · Fou noir sur case blanche e6 · Pion noir sur case noire f6 · Pion blanc sur case noire a5 · Pion noir sur case noire c5 · Pion blanc sur case noire e5 · Cavalier blanc sur case blanche e4 · Cavalier blanc sur case blanche b3 · Fou blanc sur case noire e3 · Pion blanc sur case blanche f3 · Pion blanc sur case noire b2 · Pion blanc sur case blanche c2 · Pion blanc sur case blanche g2 · Pion blanc sur case noire h2 · Tour blanche sur case noire a1 · Roi blanc sur case noire g1 | Fou noir sur case noire d8 · Cavalier noir sur case blanche g8 · Tour noire sur case noire h8 · Roi noir sur case blanche b7 · Pion noir sur case noire c7 · Pion noir sur case noire g7 · Pion noir sur case blanche h7 · Pion noir sur case blanche a6 · Pion noir sur case noire b6 · Fou noir sur case blanche e6 · Pion noir sur case noire f6 · Pion blanc sur case noire a5 · Pion noir sur case noire c5 · Pion blanc sur case noire e5 · Cavalier blanc sur case blanche e4 · Cavalier blanc sur case blanche b3 · Fou blanc sur case noire e3 · Pion blanc sur case blanche f3 · Pion blanc sur case noire b2 · Pion blanc sur case blanche c2 · Pion blanc sur case blanche g2 · Pion blanc sur case noire h2 · Tour blanche sur case noire a1 · Roi blanc sur case noire g1 | 3 |
| 2 | Fou noir sur case noire d8 · Cavalier noir sur case blanche g8 · Tour noire sur case noire h8 · Roi noir sur case blanche b7 · Pion noir sur case noire c7 · Pion noir sur case noire g7 · Pion noir sur case blanche h7 · Pion noir sur case blanche a6 · Pion noir sur case noire b6 · Fou noir sur case blanche e6 · Pion noir sur case noire f6 · Pion blanc sur case noire a5 · Pion noir sur case noire c5 · Pion blanc sur case noire e5 · Cavalier blanc sur case blanche e4 · Cavalier blanc sur case blanche b3 · Fou blanc sur case noire e3 · Pion blanc sur case blanche f3 · Pion blanc sur case noire b2 · Pion blanc sur case blanche c2 · Pion blanc sur case blanche g2 · Pion blanc sur case noire h2 · Tour blanche sur case noire a1 · Roi blanc sur case noire g1 | Fou noir sur case noire d8 · Cavalier noir sur case blanche g8 · Tour noire sur case noire h8 · Roi noir sur case blanche b7 · Pion noir sur case noire c7 · Pion noir sur case noire g7 · Pion noir sur case blanche h7 · Pion noir sur case blanche a6 · Pion noir sur case noire b6 · Fou noir sur case blanche e6 · Pion noir sur case noire f6 · Pion blanc sur case noire a5 · Pion noir sur case noire c5 · Pion blanc sur case noire e5 · Cavalier blanc sur case blanche e4 · Cavalier blanc sur case blanche b3 · Fou blanc sur case noire e3 · Pion blanc sur case blanche f3 · Pion blanc sur case noire b2 · Pion blanc sur case blanche c2 · Pion blanc sur case blanche g2 · Pion blanc sur case noire h2 · Tour blanche sur case noire a1 · Roi blanc sur case noire g1 | Fou noir sur case noire d8 · Cavalier noir sur case blanche g8 · Tour noire sur case noire h8 · Roi noir sur case blanche b7 · Pion noir sur case noire c7 · Pion noir sur case noire g7 · Pion noir sur case blanche h7 · Pion noir sur case blanche a6 · Pion noir sur case noire b6 · Fou noir sur case blanche e6 · Pion noir sur case noire f6 · Pion blanc sur case noire a5 · Pion noir sur case noire c5 · Pion blanc sur case noire e5 · Cavalier blanc sur case blanche e4 · Cavalier blanc sur case blanche b3 · Fou blanc sur case noire e3 · Pion blanc sur case blanche f3 · Pion blanc sur case noire b2 · Pion blanc sur case blanche c2 · Pion blanc sur case blanche g2 · Pion blanc sur case noire h2 · Tour blanche sur case noire a1 · Roi blanc sur case noire g1 | Fou noir sur case noire d8 · Cavalier noir sur case blanche g8 · Tour noire sur case noire h8 · Roi noir sur case blanche b7 · Pion noir sur case noire c7 · Pion noir sur case noire g7 · Pion noir sur case blanche h7 · Pion noir sur case blanche a6 · Pion noir sur case noire b6 · Fou noir sur case blanche e6 · Pion noir sur case noire f6 · Pion blanc sur case noire a5 · Pion noir sur case noire c5 · Pion blanc sur case noire e5 · Cavalier blanc sur case blanche e4 · Cavalier blanc sur case blanche b3 · Fou blanc sur case noire e3 · Pion blanc sur case blanche f3 · Pion blanc sur case noire b2 · Pion blanc sur case blanche c2 · Pion blanc sur case blanche g2 · Pion blanc sur case noire h2 · Tour blanche sur case noire a1 · Roi blanc sur case noire g1 | Fou noir sur case noire d8 · Cavalier noir sur case blanche g8 · Tour noire sur case noire h8 · Roi noir sur case blanche b7 · Pion noir sur case noire c7 · Pion noir sur case noire g7 · Pion noir sur case blanche h7 · Pion noir sur case blanche a6 · Pion noir sur case noire b6 · Fou noir sur case blanche e6 · Pion noir sur case noire f6 · Pion blanc sur case noire a5 · Pion noir sur case noire c5 · Pion blanc sur case noire e5 · Cavalier blanc sur case blanche e4 · Cavalier blanc sur case blanche b3 · Fou blanc sur case noire e3 · Pion blanc sur case blanche f3 · Pion blanc sur case noire b2 · Pion blanc sur case blanche c2 · Pion blanc sur case blanche g2 · Pion blanc sur case noire h2 · Tour blanche sur case noire a1 · Roi blanc sur case noire g1 | Fou noir sur case noire d8 · Cavalier noir sur case blanche g8 · Tour noire sur case noire h8 · Roi noir sur case blanche b7 · Pion noir sur case noire c7 · Pion noir sur case noire g7 · Pion noir sur case blanche h7 · Pion noir sur case blanche a6 · Pion noir sur case noire b6 · Fou noir sur case blanche e6 · Pion noir sur case noire f6 · Pion blanc sur case noire a5 · Pion noir sur case noire c5 · Pion blanc sur case noire e5 · Cavalier blanc sur case blanche e4 · Cavalier blanc sur case blanche b3 · Fou blanc sur case noire e3 · Pion blanc sur case blanche f3 · Pion blanc sur case noire b2 · Pion blanc sur case blanche c2 · Pion blanc sur case blanche g2 · Pion blanc sur case noire h2 · Tour blanche sur case noire a1 · Roi blanc sur case noire g1 | Fou noir sur case noire d8 · Cavalier noir sur case blanche g8 · Tour noire sur case noire h8 · Roi noir sur case blanche b7 · Pion noir sur case noire c7 · Pion noir sur case noire g7 · Pion noir sur case blanche h7 · Pion noir sur case blanche a6 · Pion noir sur case noire b6 · Fou noir sur case blanche e6 · Pion noir sur case noire f6 · Pion blanc sur case noire a5 · Pion noir sur case noire c5 · Pion blanc sur case noire e5 · Cavalier blanc sur case blanche e4 · Cavalier blanc sur case blanche b3 · Fou blanc sur case noire e3 · Pion blanc sur case blanche f3 · Pion blanc sur case noire b2 · Pion blanc sur case blanche c2 · Pion blanc sur case blanche g2 · Pion blanc sur case noire h2 · Tour blanche sur case noire a1 · Roi blanc sur case noire g1 | Fou noir sur case noire d8 · Cavalier noir sur case blanche g8 · Tour noire sur case noire h8 · Roi noir sur case blanche b7 · Pion noir sur case noire c7 · Pion noir sur case noire g7 · Pion noir sur case blanche h7 · Pion noir sur case blanche a6 · Pion noir sur case noire b6 · Fou noir sur case blanche e6 · Pion noir sur case noire f6 · Pion blanc sur case noire a5 · Pion noir sur case noire c5 · Pion blanc sur case noire e5 · Cavalier blanc sur case blanche e4 · Cavalier blanc sur case blanche b3 · Fou blanc sur case noire e3 · Pion blanc sur case blanche f3 · Pion blanc sur case noire b2 · Pion blanc sur case blanche c2 · Pion blanc sur case blanche g2 · Pion blanc sur case noire h2 · Tour blanche sur case noire a1 · Roi blanc sur case noire g1 | 2 |
| 1 | Fou noir sur case noire d8 · Cavalier noir sur case blanche g8 · Tour noire sur case noire h8 · Roi noir sur case blanche b7 · Pion noir sur case noire c7 · Pion noir sur case noire g7 · Pion noir sur case blanche h7 · Pion noir sur case blanche a6 · Pion noir sur case noire b6 · Fou noir sur case blanche e6 · Pion noir sur case noire f6 · Pion blanc sur case noire a5 · Pion noir sur case noire c5 · Pion blanc sur case noire e5 · Cavalier blanc sur case blanche e4 · Cavalier blanc sur case blanche b3 · Fou blanc sur case noire e3 · Pion blanc sur case blanche f3 · Pion blanc sur case noire b2 · Pion blanc sur case blanche c2 · Pion blanc sur case blanche g2 · Pion blanc sur case noire h2 · Tour blanche sur case noire a1 · Roi blanc sur case noire g1 | Fou noir sur case noire d8 · Cavalier noir sur case blanche g8 · Tour noire sur case noire h8 · Roi noir sur case blanche b7 · Pion noir sur case noire c7 · Pion noir sur case noire g7 · Pion noir sur case blanche h7 · Pion noir sur case blanche a6 · Pion noir sur case noire b6 · Fou noir sur case blanche e6 · Pion noir sur case noire f6 · Pion blanc sur case noire a5 · Pion noir sur case noire c5 · Pion blanc sur case noire e5 · Cavalier blanc sur case blanche e4 · Cavalier blanc sur case blanche b3 · Fou blanc sur case noire e3 · Pion blanc sur case blanche f3 · Pion blanc sur case noire b2 · Pion blanc sur case blanche c2 · Pion blanc sur case blanche g2 · Pion blanc sur case noire h2 · Tour blanche sur case noire a1 · Roi blanc sur case noire g1 | Fou noir sur case noire d8 · Cavalier noir sur case blanche g8 · Tour noire sur case noire h8 · Roi noir sur case blanche b7 · Pion noir sur case noire c7 · Pion noir sur case noire g7 · Pion noir sur case blanche h7 · Pion noir sur case blanche a6 · Pion noir sur case noire b6 · Fou noir sur case blanche e6 · Pion noir sur case noire f6 · Pion blanc sur case noire a5 · Pion noir sur case noire c5 · Pion blanc sur case noire e5 · Cavalier blanc sur case blanche e4 · Cavalier blanc sur case blanche b3 · Fou blanc sur case noire e3 · Pion blanc sur case blanche f3 · Pion blanc sur case noire b2 · Pion blanc sur case blanche c2 · Pion blanc sur case blanche g2 · Pion blanc sur case noire h2 · Tour blanche sur case noire a1 · Roi blanc sur case noire g1 | Fou noir sur case noire d8 · Cavalier noir sur case blanche g8 · Tour noire sur case noire h8 · Roi noir sur case blanche b7 · Pion noir sur case noire c7 · Pion noir sur case noire g7 · Pion noir sur case blanche h7 · Pion noir sur case blanche a6 · Pion noir sur case noire b6 · Fou noir sur case blanche e6 · Pion noir sur case noire f6 · Pion blanc sur case noire a5 · Pion noir sur case noire c5 · Pion blanc sur case noire e5 · Cavalier blanc sur case blanche e4 · Cavalier blanc sur case blanche b3 · Fou blanc sur case noire e3 · Pion blanc sur case blanche f3 · Pion blanc sur case noire b2 · Pion blanc sur case blanche c2 · Pion blanc sur case blanche g2 · Pion blanc sur case noire h2 · Tour blanche sur case noire a1 · Roi blanc sur case noire g1 | Fou noir sur case noire d8 · Cavalier noir sur case blanche g8 · Tour noire sur case noire h8 · Roi noir sur case blanche b7 · Pion noir sur case noire c7 · Pion noir sur case noire g7 · Pion noir sur case blanche h7 · Pion noir sur case blanche a6 · Pion noir sur case noire b6 · Fou noir sur case blanche e6 · Pion noir sur case noire f6 · Pion blanc sur case noire a5 · Pion noir sur case noire c5 · Pion blanc sur case noire e5 · Cavalier blanc sur case blanche e4 · Cavalier blanc sur case blanche b3 · Fou blanc sur case noire e3 · Pion blanc sur case blanche f3 · Pion blanc sur case noire b2 · Pion blanc sur case blanche c2 · Pion blanc sur case blanche g2 · Pion blanc sur case noire h2 · Tour blanche sur case noire a1 · Roi blanc sur case noire g1 | Fou noir sur case noire d8 · Cavalier noir sur case blanche g8 · Tour noire sur case noire h8 · Roi noir sur case blanche b7 · Pion noir sur case noire c7 · Pion noir sur case noire g7 · Pion noir sur case blanche h7 · Pion noir sur case blanche a6 · Pion noir sur case noire b6 · Fou noir sur case blanche e6 · Pion noir sur case noire f6 · Pion blanc sur case noire a5 · Pion noir sur case noire c5 · Pion blanc sur case noire e5 · Cavalier blanc sur case blanche e4 · Cavalier blanc sur case blanche b3 · Fou blanc sur case noire e3 · Pion blanc sur case blanche f3 · Pion blanc sur case noire b2 · Pion blanc sur case blanche c2 · Pion blanc sur case blanche g2 · Pion blanc sur case noire h2 · Tour blanche sur case noire a1 · Roi blanc sur case noire g1 | Fou noir sur case noire d8 · Cavalier noir sur case blanche g8 · Tour noire sur case noire h8 · Roi noir sur case blanche b7 · Pion noir sur case noire c7 · Pion noir sur case noire g7 · Pion noir sur case blanche h7 · Pion noir sur case blanche a6 · Pion noir sur case noire b6 · Fou noir sur case blanche e6 · Pion noir sur case noire f6 · Pion blanc sur case noire a5 · Pion noir sur case noire c5 · Pion blanc sur case noire e5 · Cavalier blanc sur case blanche e4 · Cavalier blanc sur case blanche b3 · Fou blanc sur case noire e3 · Pion blanc sur case blanche f3 · Pion blanc sur case noire b2 · Pion blanc sur case blanche c2 · Pion blanc sur case blanche g2 · Pion blanc sur case noire h2 · Tour blanche sur case noire a1 · Roi blanc sur case noire g1 | Fou noir sur case noire d8 · Cavalier noir sur case blanche g8 · Tour noire sur case noire h8 · Roi noir sur case blanche b7 · Pion noir sur case noire c7 · Pion noir sur case noire g7 · Pion noir sur case blanche h7 · Pion noir sur case blanche a6 · Pion noir sur case noire b6 · Fou noir sur case blanche e6 · Pion noir sur case noire f6 · Pion blanc sur case noire a5 · Pion noir sur case noire c5 · Pion blanc sur case noire e5 · Cavalier blanc sur case blanche e4 · Cavalier blanc sur case blanche b3 · Fou blanc sur case noire e3 · Pion blanc sur case blanche f3 · Pion blanc sur case noire b2 · Pion blanc sur case blanche c2 · Pion blanc sur case blanche g2 · Pion blanc sur case noire h2 · Tour blanche sur case noire a1 · Roi blanc sur case noire g1 | 1 |
|   | a | b | c | d | e | f | g | h |   |

16 septembre. Après 17...Rc6?? 18.axb6 cxb6 19.Cbxc5! Fischer avait un avantage décisif (Matanović). 
Fischer–Spassky, partie 9 ; Partie espagnole, Variante d'échange (ECO C69) 

1.e4 e5 2.Cf3 Cc6 3.Fb5 a6 4.Fxc6 dxc6 5.0-0 f6 6.d4 exd4 7.Cxd4 c5 8.Cb3 Dxd1 9.Txd1 Fg4 10.f3 Fe6 11.Cc3 Fd6 12.Fe3 b6 13.a4 0-0-0 14.a5 Rb7 15.e5 Fe7 16.Txd8 Fxd8 17.Ce4 (diagramme) Rc6 18.axb6 cxb6 19.Cbxc5 Fc8 20.Cxa6 fxe5 21.Cb4+ 1–0

#### Partie 10: Spassky ½ Fischer ½ (Défense nimzo-indienne classique)
|   | a | b | c | d | e | f | g | h |   |
| 8 | Tour blanche sur case blanche h7 · Roi blanc sur case blanche a6 · Fou noir sur case blanche d5 · Pion noir sur case blanche f5 · Pion noir sur case blanche h5 · Roi noir sur case blanche e4 · Pion noir sur case blanche g4 · Pion blanc sur case noire h4 · Tour noire sur case blanche b3 · Fou blanc sur case noire e3 · Pion blanc sur case noire g3 · Pion blanc sur case noire f2 | Tour blanche sur case blanche h7 · Roi blanc sur case blanche a6 · Fou noir sur case blanche d5 · Pion noir sur case blanche f5 · Pion noir sur case blanche h5 · Roi noir sur case blanche e4 · Pion noir sur case blanche g4 · Pion blanc sur case noire h4 · Tour noire sur case blanche b3 · Fou blanc sur case noire e3 · Pion blanc sur case noire g3 · Pion blanc sur case noire f2 | Tour blanche sur case blanche h7 · Roi blanc sur case blanche a6 · Fou noir sur case blanche d5 · Pion noir sur case blanche f5 · Pion noir sur case blanche h5 · Roi noir sur case blanche e4 · Pion noir sur case blanche g4 · Pion blanc sur case noire h4 · Tour noire sur case blanche b3 · Fou blanc sur case noire e3 · Pion blanc sur case noire g3 · Pion blanc sur case noire f2 | Tour blanche sur case blanche h7 · Roi blanc sur case blanche a6 · Fou noir sur case blanche d5 · Pion noir sur case blanche f5 · Pion noir sur case blanche h5 · Roi noir sur case blanche e4 · Pion noir sur case blanche g4 · Pion blanc sur case noire h4 · Tour noire sur case blanche b3 · Fou blanc sur case noire e3 · Pion blanc sur case noire g3 · Pion blanc sur case noire f2 | Tour blanche sur case blanche h7 · Roi blanc sur case blanche a6 · Fou noir sur case blanche d5 · Pion noir sur case blanche f5 · Pion noir sur case blanche h5 · Roi noir sur case blanche e4 · Pion noir sur case blanche g4 · Pion blanc sur case noire h4 · Tour noire sur case blanche b3 · Fou blanc sur case noire e3 · Pion blanc sur case noire g3 · Pion blanc sur case noire f2 | Tour blanche sur case blanche h7 · Roi blanc sur case blanche a6 · Fou noir sur case blanche d5 · Pion noir sur case blanche f5 · Pion noir sur case blanche h5 · Roi noir sur case blanche e4 · Pion noir sur case blanche g4 · Pion blanc sur case noire h4 · Tour noire sur case blanche b3 · Fou blanc sur case noire e3 · Pion blanc sur case noire g3 · Pion blanc sur case noire f2 | Tour blanche sur case blanche h7 · Roi blanc sur case blanche a6 · Fou noir sur case blanche d5 · Pion noir sur case blanche f5 · Pion noir sur case blanche h5 · Roi noir sur case blanche e4 · Pion noir sur case blanche g4 · Pion blanc sur case noire h4 · Tour noire sur case blanche b3 · Fou blanc sur case noire e3 · Pion blanc sur case noire g3 · Pion blanc sur case noire f2 | Tour blanche sur case blanche h7 · Roi blanc sur case blanche a6 · Fou noir sur case blanche d5 · Pion noir sur case blanche f5 · Pion noir sur case blanche h5 · Roi noir sur case blanche e4 · Pion noir sur case blanche g4 · Pion blanc sur case noire h4 · Tour noire sur case blanche b3 · Fou blanc sur case noire e3 · Pion blanc sur case noire g3 · Pion blanc sur case noire f2 | 8 |
| 7 | Tour blanche sur case blanche h7 · Roi blanc sur case blanche a6 · Fou noir sur case blanche d5 · Pion noir sur case blanche f5 · Pion noir sur case blanche h5 · Roi noir sur case blanche e4 · Pion noir sur case blanche g4 · Pion blanc sur case noire h4 · Tour noire sur case blanche b3 · Fou blanc sur case noire e3 · Pion blanc sur case noire g3 · Pion blanc sur case noire f2 | Tour blanche sur case blanche h7 · Roi blanc sur case blanche a6 · Fou noir sur case blanche d5 · Pion noir sur case blanche f5 · Pion noir sur case blanche h5 · Roi noir sur case blanche e4 · Pion noir sur case blanche g4 · Pion blanc sur case noire h4 · Tour noire sur case blanche b3 · Fou blanc sur case noire e3 · Pion blanc sur case noire g3 · Pion blanc sur case noire f2 | Tour blanche sur case blanche h7 · Roi blanc sur case blanche a6 · Fou noir sur case blanche d5 · Pion noir sur case blanche f5 · Pion noir sur case blanche h5 · Roi noir sur case blanche e4 · Pion noir sur case blanche g4 · Pion blanc sur case noire h4 · Tour noire sur case blanche b3 · Fou blanc sur case noire e3 · Pion blanc sur case noire g3 · Pion blanc sur case noire f2 | Tour blanche sur case blanche h7 · Roi blanc sur case blanche a6 · Fou noir sur case blanche d5 · Pion noir sur case blanche f5 · Pion noir sur case blanche h5 · Roi noir sur case blanche e4 · Pion noir sur case blanche g4 · Pion blanc sur case noire h4 · Tour noire sur case blanche b3 · Fou blanc sur case noire e3 · Pion blanc sur case noire g3 · Pion blanc sur case noire f2 | Tour blanche sur case blanche h7 · Roi blanc sur case blanche a6 · Fou noir sur case blanche d5 · Pion noir sur case blanche f5 · Pion noir sur case blanche h5 · Roi noir sur case blanche e4 · Pion noir sur case blanche g4 · Pion blanc sur case noire h4 · Tour noire sur case blanche b3 · Fou blanc sur case noire e3 · Pion blanc sur case noire g3 · Pion blanc sur case noire f2 | Tour blanche sur case blanche h7 · Roi blanc sur case blanche a6 · Fou noir sur case blanche d5 · Pion noir sur case blanche f5 · Pion noir sur case blanche h5 · Roi noir sur case blanche e4 · Pion noir sur case blanche g4 · Pion blanc sur case noire h4 · Tour noire sur case blanche b3 · Fou blanc sur case noire e3 · Pion blanc sur case noire g3 · Pion blanc sur case noire f2 | Tour blanche sur case blanche h7 · Roi blanc sur case blanche a6 · Fou noir sur case blanche d5 · Pion noir sur case blanche f5 · Pion noir sur case blanche h5 · Roi noir sur case blanche e4 · Pion noir sur case blanche g4 · Pion blanc sur case noire h4 · Tour noire sur case blanche b3 · Fou blanc sur case noire e3 · Pion blanc sur case noire g3 · Pion blanc sur case noire f2 | Tour blanche sur case blanche h7 · Roi blanc sur case blanche a6 · Fou noir sur case blanche d5 · Pion noir sur case blanche f5 · Pion noir sur case blanche h5 · Roi noir sur case blanche e4 · Pion noir sur case blanche g4 · Pion blanc sur case noire h4 · Tour noire sur case blanche b3 · Fou blanc sur case noire e3 · Pion blanc sur case noire g3 · Pion blanc sur case noire f2 | 7 |
| 6 | Tour blanche sur case blanche h7 · Roi blanc sur case blanche a6 · Fou noir sur case blanche d5 · Pion noir sur case blanche f5 · Pion noir sur case blanche h5 · Roi noir sur case blanche e4 · Pion noir sur case blanche g4 · Pion blanc sur case noire h4 · Tour noire sur case blanche b3 · Fou blanc sur case noire e3 · Pion blanc sur case noire g3 · Pion blanc sur case noire f2 | Tour blanche sur case blanche h7 · Roi blanc sur case blanche a6 · Fou noir sur case blanche d5 · Pion noir sur case blanche f5 · Pion noir sur case blanche h5 · Roi noir sur case blanche e4 · Pion noir sur case blanche g4 · Pion blanc sur case noire h4 · Tour noire sur case blanche b3 · Fou blanc sur case noire e3 · Pion blanc sur case noire g3 · Pion blanc sur case noire f2 | Tour blanche sur case blanche h7 · Roi blanc sur case blanche a6 · Fou noir sur case blanche d5 · Pion noir sur case blanche f5 · Pion noir sur case blanche h5 · Roi noir sur case blanche e4 · Pion noir sur case blanche g4 · Pion blanc sur case noire h4 · Tour noire sur case blanche b3 · Fou blanc sur case noire e3 · Pion blanc sur case noire g3 · Pion blanc sur case noire f2 | Tour blanche sur case blanche h7 · Roi blanc sur case blanche a6 · Fou noir sur case blanche d5 · Pion noir sur case blanche f5 · Pion noir sur case blanche h5 · Roi noir sur case blanche e4 · Pion noir sur case blanche g4 · Pion blanc sur case noire h4 · Tour noire sur case blanche b3 · Fou blanc sur case noire e3 · Pion blanc sur case noire g3 · Pion blanc sur case noire f2 | Tour blanche sur case blanche h7 · Roi blanc sur case blanche a6 · Fou noir sur case blanche d5 · Pion noir sur case blanche f5 · Pion noir sur case blanche h5 · Roi noir sur case blanche e4 · Pion noir sur case blanche g4 · Pion blanc sur case noire h4 · Tour noire sur case blanche b3 · Fou blanc sur case noire e3 · Pion blanc sur case noire g3 · Pion blanc sur case noire f2 | Tour blanche sur case blanche h7 · Roi blanc sur case blanche a6 · Fou noir sur case blanche d5 · Pion noir sur case blanche f5 · Pion noir sur case blanche h5 · Roi noir sur case blanche e4 · Pion noir sur case blanche g4 · Pion blanc sur case noire h4 · Tour noire sur case blanche b3 · Fou blanc sur case noire e3 · Pion blanc sur case noire g3 · Pion blanc sur case noire f2 | Tour blanche sur case blanche h7 · Roi blanc sur case blanche a6 · Fou noir sur case blanche d5 · Pion noir sur case blanche f5 · Pion noir sur case blanche h5 · Roi noir sur case blanche e4 · Pion noir sur case blanche g4 · Pion blanc sur case noire h4 · Tour noire sur case blanche b3 · Fou blanc sur case noire e3 · Pion blanc sur case noire g3 · Pion blanc sur case noire f2 | Tour blanche sur case blanche h7 · Roi blanc sur case blanche a6 · Fou noir sur case blanche d5 · Pion noir sur case blanche f5 · Pion noir sur case blanche h5 · Roi noir sur case blanche e4 · Pion noir sur case blanche g4 · Pion blanc sur case noire h4 · Tour noire sur case blanche b3 · Fou blanc sur case noire e3 · Pion blanc sur case noire g3 · Pion blanc sur case noire f2 | 6 |
| 5 | Tour blanche sur case blanche h7 · Roi blanc sur case blanche a6 · Fou noir sur case blanche d5 · Pion noir sur case blanche f5 · Pion noir sur case blanche h5 · Roi noir sur case blanche e4 · Pion noir sur case blanche g4 · Pion blanc sur case noire h4 · Tour noire sur case blanche b3 · Fou blanc sur case noire e3 · Pion blanc sur case noire g3 · Pion blanc sur case noire f2 | Tour blanche sur case blanche h7 · Roi blanc sur case blanche a6 · Fou noir sur case blanche d5 · Pion noir sur case blanche f5 · Pion noir sur case blanche h5 · Roi noir sur case blanche e4 · Pion noir sur case blanche g4 · Pion blanc sur case noire h4 · Tour noire sur case blanche b3 · Fou blanc sur case noire e3 · Pion blanc sur case noire g3 · Pion blanc sur case noire f2 | Tour blanche sur case blanche h7 · Roi blanc sur case blanche a6 · Fou noir sur case blanche d5 · Pion noir sur case blanche f5 · Pion noir sur case blanche h5 · Roi noir sur case blanche e4 · Pion noir sur case blanche g4 · Pion blanc sur case noire h4 · Tour noire sur case blanche b3 · Fou blanc sur case noire e3 · Pion blanc sur case noire g3 · Pion blanc sur case noire f2 | Tour blanche sur case blanche h7 · Roi blanc sur case blanche a6 · Fou noir sur case blanche d5 · Pion noir sur case blanche f5 · Pion noir sur case blanche h5 · Roi noir sur case blanche e4 · Pion noir sur case blanche g4 · Pion blanc sur case noire h4 · Tour noire sur case blanche b3 · Fou blanc sur case noire e3 · Pion blanc sur case noire g3 · Pion blanc sur case noire f2 | Tour blanche sur case blanche h7 · Roi blanc sur case blanche a6 · Fou noir sur case blanche d5 · Pion noir sur case blanche f5 · Pion noir sur case blanche h5 · Roi noir sur case blanche e4 · Pion noir sur case blanche g4 · Pion blanc sur case noire h4 · Tour noire sur case blanche b3 · Fou blanc sur case noire e3 · Pion blanc sur case noire g3 · Pion blanc sur case noire f2 | Tour blanche sur case blanche h7 · Roi blanc sur case blanche a6 · Fou noir sur case blanche d5 · Pion noir sur case blanche f5 · Pion noir sur case blanche h5 · Roi noir sur case blanche e4 · Pion noir sur case blanche g4 · Pion blanc sur case noire h4 · Tour noire sur case blanche b3 · Fou blanc sur case noire e3 · Pion blanc sur case noire g3 · Pion blanc sur case noire f2 | Tour blanche sur case blanche h7 · Roi blanc sur case blanche a6 · Fou noir sur case blanche d5 · Pion noir sur case blanche f5 · Pion noir sur case blanche h5 · Roi noir sur case blanche e4 · Pion noir sur case blanche g4 · Pion blanc sur case noire h4 · Tour noire sur case blanche b3 · Fou blanc sur case noire e3 · Pion blanc sur case noire g3 · Pion blanc sur case noire f2 | Tour blanche sur case blanche h7 · Roi blanc sur case blanche a6 · Fou noir sur case blanche d5 · Pion noir sur case blanche f5 · Pion noir sur case blanche h5 · Roi noir sur case blanche e4 · Pion noir sur case blanche g4 · Pion blanc sur case noire h4 · Tour noire sur case blanche b3 · Fou blanc sur case noire e3 · Pion blanc sur case noire g3 · Pion blanc sur case noire f2 | 5 |
| 4 | Tour blanche sur case blanche h7 · Roi blanc sur case blanche a6 · Fou noir sur case blanche d5 · Pion noir sur case blanche f5 · Pion noir sur case blanche h5 · Roi noir sur case blanche e4 · Pion noir sur case blanche g4 · Pion blanc sur case noire h4 · Tour noire sur case blanche b3 · Fou blanc sur case noire e3 · Pion blanc sur case noire g3 · Pion blanc sur case noire f2 | Tour blanche sur case blanche h7 · Roi blanc sur case blanche a6 · Fou noir sur case blanche d5 · Pion noir sur case blanche f5 · Pion noir sur case blanche h5 · Roi noir sur case blanche e4 · Pion noir sur case blanche g4 · Pion blanc sur case noire h4 · Tour noire sur case blanche b3 · Fou blanc sur case noire e3 · Pion blanc sur case noire g3 · Pion blanc sur case noire f2 | Tour blanche sur case blanche h7 · Roi blanc sur case blanche a6 · Fou noir sur case blanche d5 · Pion noir sur case blanche f5 · Pion noir sur case blanche h5 · Roi noir sur case blanche e4 · Pion noir sur case blanche g4 · Pion blanc sur case noire h4 · Tour noire sur case blanche b3 · Fou blanc sur case noire e3 · Pion blanc sur case noire g3 · Pion blanc sur case noire f2 | Tour blanche sur case blanche h7 · Roi blanc sur case blanche a6 · Fou noir sur case blanche d5 · Pion noir sur case blanche f5 · Pion noir sur case blanche h5 · Roi noir sur case blanche e4 · Pion noir sur case blanche g4 · Pion blanc sur case noire h4 · Tour noire sur case blanche b3 · Fou blanc sur case noire e3 · Pion blanc sur case noire g3 · Pion blanc sur case noire f2 | Tour blanche sur case blanche h7 · Roi blanc sur case blanche a6 · Fou noir sur case blanche d5 · Pion noir sur case blanche f5 · Pion noir sur case blanche h5 · Roi noir sur case blanche e4 · Pion noir sur case blanche g4 · Pion blanc sur case noire h4 · Tour noire sur case blanche b3 · Fou blanc sur case noire e3 · Pion blanc sur case noire g3 · Pion blanc sur case noire f2 | Tour blanche sur case blanche h7 · Roi blanc sur case blanche a6 · Fou noir sur case blanche d5 · Pion noir sur case blanche f5 · Pion noir sur case blanche h5 · Roi noir sur case blanche e4 · Pion noir sur case blanche g4 · Pion blanc sur case noire h4 · Tour noire sur case blanche b3 · Fou blanc sur case noire e3 · Pion blanc sur case noire g3 · Pion blanc sur case noire f2 | Tour blanche sur case blanche h7 · Roi blanc sur case blanche a6 · Fou noir sur case blanche d5 · Pion noir sur case blanche f5 · Pion noir sur case blanche h5 · Roi noir sur case blanche e4 · Pion noir sur case blanche g4 · Pion blanc sur case noire h4 · Tour noire sur case blanche b3 · Fou blanc sur case noire e3 · Pion blanc sur case noire g3 · Pion blanc sur case noire f2 | Tour blanche sur case blanche h7 · Roi blanc sur case blanche a6 · Fou noir sur case blanche d5 · Pion noir sur case blanche f5 · Pion noir sur case blanche h5 · Roi noir sur case blanche e4 · Pion noir sur case blanche g4 · Pion blanc sur case noire h4 · Tour noire sur case blanche b3 · Fou blanc sur case noire e3 · Pion blanc sur case noire g3 · Pion blanc sur case noire f2 | 4 |
| 3 | Tour blanche sur case blanche h7 · Roi blanc sur case blanche a6 · Fou noir sur case blanche d5 · Pion noir sur case blanche f5 · Pion noir sur case blanche h5 · Roi noir sur case blanche e4 · Pion noir sur case blanche g4 · Pion blanc sur case noire h4 · Tour noire sur case blanche b3 · Fou blanc sur case noire e3 · Pion blanc sur case noire g3 · Pion blanc sur case noire f2 | Tour blanche sur case blanche h7 · Roi blanc sur case blanche a6 · Fou noir sur case blanche d5 · Pion noir sur case blanche f5 · Pion noir sur case blanche h5 · Roi noir sur case blanche e4 · Pion noir sur case blanche g4 · Pion blanc sur case noire h4 · Tour noire sur case blanche b3 · Fou blanc sur case noire e3 · Pion blanc sur case noire g3 · Pion blanc sur case noire f2 | Tour blanche sur case blanche h7 · Roi blanc sur case blanche a6 · Fou noir sur case blanche d5 · Pion noir sur case blanche f5 · Pion noir sur case blanche h5 · Roi noir sur case blanche e4 · Pion noir sur case blanche g4 · Pion blanc sur case noire h4 · Tour noire sur case blanche b3 · Fou blanc sur case noire e3 · Pion blanc sur case noire g3 · Pion blanc sur case noire f2 | Tour blanche sur case blanche h7 · Roi blanc sur case blanche a6 · Fou noir sur case blanche d5 · Pion noir sur case blanche f5 · Pion noir sur case blanche h5 · Roi noir sur case blanche e4 · Pion noir sur case blanche g4 · Pion blanc sur case noire h4 · Tour noire sur case blanche b3 · Fou blanc sur case noire e3 · Pion blanc sur case noire g3 · Pion blanc sur case noire f2 | Tour blanche sur case blanche h7 · Roi blanc sur case blanche a6 · Fou noir sur case blanche d5 · Pion noir sur case blanche f5 · Pion noir sur case blanche h5 · Roi noir sur case blanche e4 · Pion noir sur case blanche g4 · Pion blanc sur case noire h4 · Tour noire sur case blanche b3 · Fou blanc sur case noire e3 · Pion blanc sur case noire g3 · Pion blanc sur case noire f2 | Tour blanche sur case blanche h7 · Roi blanc sur case blanche a6 · Fou noir sur case blanche d5 · Pion noir sur case blanche f5 · Pion noir sur case blanche h5 · Roi noir sur case blanche e4 · Pion noir sur case blanche g4 · Pion blanc sur case noire h4 · Tour noire sur case blanche b3 · Fou blanc sur case noire e3 · Pion blanc sur case noire g3 · Pion blanc sur case noire f2 | Tour blanche sur case blanche h7 · Roi blanc sur case blanche a6 · Fou noir sur case blanche d5 · Pion noir sur case blanche f5 · Pion noir sur case blanche h5 · Roi noir sur case blanche e4 · Pion noir sur case blanche g4 · Pion blanc sur case noire h4 · Tour noire sur case blanche b3 · Fou blanc sur case noire e3 · Pion blanc sur case noire g3 · Pion blanc sur case noire f2 | Tour blanche sur case blanche h7 · Roi blanc sur case blanche a6 · Fou noir sur case blanche d5 · Pion noir sur case blanche f5 · Pion noir sur case blanche h5 · Roi noir sur case blanche e4 · Pion noir sur case blanche g4 · Pion blanc sur case noire h4 · Tour noire sur case blanche b3 · Fou blanc sur case noire e3 · Pion blanc sur case noire g3 · Pion blanc sur case noire f2 | 3 |
| 2 | Tour blanche sur case blanche h7 · Roi blanc sur case blanche a6 · Fou noir sur case blanche d5 · Pion noir sur case blanche f5 · Pion noir sur case blanche h5 · Roi noir sur case blanche e4 · Pion noir sur case blanche g4 · Pion blanc sur case noire h4 · Tour noire sur case blanche b3 · Fou blanc sur case noire e3 · Pion blanc sur case noire g3 · Pion blanc sur case noire f2 | Tour blanche sur case blanche h7 · Roi blanc sur case blanche a6 · Fou noir sur case blanche d5 · Pion noir sur case blanche f5 · Pion noir sur case blanche h5 · Roi noir sur case blanche e4 · Pion noir sur case blanche g4 · Pion blanc sur case noire h4 · Tour noire sur case blanche b3 · Fou blanc sur case noire e3 · Pion blanc sur case noire g3 · Pion blanc sur case noire f2 | Tour blanche sur case blanche h7 · Roi blanc sur case blanche a6 · Fou noir sur case blanche d5 · Pion noir sur case blanche f5 · Pion noir sur case blanche h5 · Roi noir sur case blanche e4 · Pion noir sur case blanche g4 · Pion blanc sur case noire h4 · Tour noire sur case blanche b3 · Fou blanc sur case noire e3 · Pion blanc sur case noire g3 · Pion blanc sur case noire f2 | Tour blanche sur case blanche h7 · Roi blanc sur case blanche a6 · Fou noir sur case blanche d5 · Pion noir sur case blanche f5 · Pion noir sur case blanche h5 · Roi noir sur case blanche e4 · Pion noir sur case blanche g4 · Pion blanc sur case noire h4 · Tour noire sur case blanche b3 · Fou blanc sur case noire e3 · Pion blanc sur case noire g3 · Pion blanc sur case noire f2 | Tour blanche sur case blanche h7 · Roi blanc sur case blanche a6 · Fou noir sur case blanche d5 · Pion noir sur case blanche f5 · Pion noir sur case blanche h5 · Roi noir sur case blanche e4 · Pion noir sur case blanche g4 · Pion blanc sur case noire h4 · Tour noire sur case blanche b3 · Fou blanc sur case noire e3 · Pion blanc sur case noire g3 · Pion blanc sur case noire f2 | Tour blanche sur case blanche h7 · Roi blanc sur case blanche a6 · Fou noir sur case blanche d5 · Pion noir sur case blanche f5 · Pion noir sur case blanche h5 · Roi noir sur case blanche e4 · Pion noir sur case blanche g4 · Pion blanc sur case noire h4 · Tour noire sur case blanche b3 · Fou blanc sur case noire e3 · Pion blanc sur case noire g3 · Pion blanc sur case noire f2 | Tour blanche sur case blanche h7 · Roi blanc sur case blanche a6 · Fou noir sur case blanche d5 · Pion noir sur case blanche f5 · Pion noir sur case blanche h5 · Roi noir sur case blanche e4 · Pion noir sur case blanche g4 · Pion blanc sur case noire h4 · Tour noire sur case blanche b3 · Fou blanc sur case noire e3 · Pion blanc sur case noire g3 · Pion blanc sur case noire f2 | Tour blanche sur case blanche h7 · Roi blanc sur case blanche a6 · Fou noir sur case blanche d5 · Pion noir sur case blanche f5 · Pion noir sur case blanche h5 · Roi noir sur case blanche e4 · Pion noir sur case blanche g4 · Pion blanc sur case noire h4 · Tour noire sur case blanche b3 · Fou blanc sur case noire e3 · Pion blanc sur case noire g3 · Pion blanc sur case noire f2 | 2 |
| 1 | Tour blanche sur case blanche h7 · Roi blanc sur case blanche a6 · Fou noir sur case blanche d5 · Pion noir sur case blanche f5 · Pion noir sur case blanche h5 · Roi noir sur case blanche e4 · Pion noir sur case blanche g4 · Pion blanc sur case noire h4 · Tour noire sur case blanche b3 · Fou blanc sur case noire e3 · Pion blanc sur case noire g3 · Pion blanc sur case noire f2 | Tour blanche sur case blanche h7 · Roi blanc sur case blanche a6 · Fou noir sur case blanche d5 · Pion noir sur case blanche f5 · Pion noir sur case blanche h5 · Roi noir sur case blanche e4 · Pion noir sur case blanche g4 · Pion blanc sur case noire h4 · Tour noire sur case blanche b3 · Fou blanc sur case noire e3 · Pion blanc sur case noire g3 · Pion blanc sur case noire f2 | Tour blanche sur case blanche h7 · Roi blanc sur case blanche a6 · Fou noir sur case blanche d5 · Pion noir sur case blanche f5 · Pion noir sur case blanche h5 · Roi noir sur case blanche e4 · Pion noir sur case blanche g4 · Pion blanc sur case noire h4 · Tour noire sur case blanche b3 · Fou blanc sur case noire e3 · Pion blanc sur case noire g3 · Pion blanc sur case noire f2 | Tour blanche sur case blanche h7 · Roi blanc sur case blanche a6 · Fou noir sur case blanche d5 · Pion noir sur case blanche f5 · Pion noir sur case blanche h5 · Roi noir sur case blanche e4 · Pion noir sur case blanche g4 · Pion blanc sur case noire h4 · Tour noire sur case blanche b3 · Fou blanc sur case noire e3 · Pion blanc sur case noire g3 · Pion blanc sur case noire f2 | Tour blanche sur case blanche h7 · Roi blanc sur case blanche a6 · Fou noir sur case blanche d5 · Pion noir sur case blanche f5 · Pion noir sur case blanche h5 · Roi noir sur case blanche e4 · Pion noir sur case blanche g4 · Pion blanc sur case noire h4 · Tour noire sur case blanche b3 · Fou blanc sur case noire e3 · Pion blanc sur case noire g3 · Pion blanc sur case noire f2 | Tour blanche sur case blanche h7 · Roi blanc sur case blanche a6 · Fou noir sur case blanche d5 · Pion noir sur case blanche f5 · Pion noir sur case blanche h5 · Roi noir sur case blanche e4 · Pion noir sur case blanche g4 · Pion blanc sur case noire h4 · Tour noire sur case blanche b3 · Fou blanc sur case noire e3 · Pion blanc sur case noire g3 · Pion blanc sur case noire f2 | Tour blanche sur case blanche h7 · Roi blanc sur case blanche a6 · Fou noir sur case blanche d5 · Pion noir sur case blanche f5 · Pion noir sur case blanche h5 · Roi noir sur case blanche e4 · Pion noir sur case blanche g4 · Pion blanc sur case noire h4 · Tour noire sur case blanche b3 · Fou blanc sur case noire e3 · Pion blanc sur case noire g3 · Pion blanc sur case noire f2 | Tour blanche sur case blanche h7 · Roi blanc sur case blanche a6 · Fou noir sur case blanche d5 · Pion noir sur case blanche f5 · Pion noir sur case blanche h5 · Roi noir sur case blanche e4 · Pion noir sur case blanche g4 · Pion blanc sur case noire h4 · Tour noire sur case blanche b3 · Fou blanc sur case noire e3 · Pion blanc sur case noire g3 · Pion blanc sur case noire f2 | 1 |
|   | a | b | c | d | e | f | g | h |   |

19 septembre. Après 18.Fb5? (18.Dxa5 Cxa5 19.Tb5 Cc6 20.h4! était mieux) Dxd2+ 19.Rxd2 Fd7 Fischer avait un léger avantage (Krnić). 
Spassky–Fischer, partie 10 ; Défense nimzo-indienne classique, variante Noa (ECO E35) 

1.d4 Cf6 2.c4 e6 3.Cc3 Fb4 4.Dc2 d5 5.cxd5 exd5 6.Fg5 h6 7.Fh4 c5 8.dxc5 Cc6 9.e3 g5 10.Fg3 Da5 11.Cf3 Ce4 12.Cd2 Cxc3 13.bxc3 Fxc3 14.Tb1 Dxc5 15.Tb5 Da3 16.Tb3 Fxd2+ 17.Dxd2 Da5 18.Fb5 Dxd2+ 19.Rxd2 Fd7 20.Fxc6 Fxc6 21.h4 Re7 22.Fe5 f6 23.Fd4 g4 24.Tc1 Re6 25.Tb4 h5 26.Tc3 Thc8 27.a4 b6 28.Rc2 Fe8 29.Rb2 Txc3 30.Fxc3 Tc8 31.e4 Fc6 32.exd5+ Fxd5 33.g3 Fc4 34.Fd4 Rd5 35.Fe3 Tc7 36.Rc3 f5 37.Rb2 Re6 38.Rc3 Fd5+ 39.Rb2 Fe4 40.a5 bxa5 41.Tb5 a4 42.Tc5 Tb7+ 43.Ra3 a6 44.Rxa4 Fd5 45.Ra5 Re5 46.Rxa6 Tb3 47.Tc7 Re4 48.Th7 (diagramme) Txe3 49.fxe3 Rxe3 50.Txh5 Fe4 51.Th8 Rf3 52.Te8 Rxg3 53.h5 Fd3+ 54.Rb6 f4 55.Rc5 f3 56.Rd4 Ff5 57.Tf8 Rf4 58.h6 g3 59.h7 g2 60.h8=D g1=D+ 61.Rc4 Dc1+ 62.Rb3 Dc2+ 63.Rb4 De4+ 64.Rc3 Dc6+ 65.Rb3 Dd5+ 66.Rc3 Dc5+ 67.Rb2 Db4+ 68.Ra2 ½–½

#### Partie 11: Fischer 1 Spassky 0 (Sicilienne Rossolimo)
|   | a | b | c | d | e | f | g | h |   |
| 8 | Tour noire sur case blanche a8 · Fou noir sur case blanche c8 · Dame noire sur case noire d8 · Roi noir sur case blanche e8 · Cavalier noir sur case blanche g8 · Tour noire sur case noire h8 · Pion noir sur case noire a7 · Pion noir sur case blanche d7 · Pion noir sur case blanche f7 · Fou noir sur case noire g7 · Pion noir sur case blanche h7 · Pion noir sur case blanche c6 · Pion noir sur case blanche g6 · Pion noir sur case noire c5 · Pion noir sur case noire e5 · Pion blanc sur case noire b4 · Pion blanc sur case blanche e4 · Cavalier blanc sur case blanche f3 · Pion blanc sur case blanche a2 · Pion blanc sur case blanche c2 · Pion blanc sur case noire d2 · Pion blanc sur case noire f2 · Pion blanc sur case blanche g2 · Pion blanc sur case noire h2 · Tour blanche sur case noire a1 · Cavalier blanc sur case blanche b1 · Fou blanc sur case noire c1 · Dame blanche sur case blanche d1 · Tour blanche sur case noire e1 · Roi blanc sur case noire g1 | Tour noire sur case blanche a8 · Fou noir sur case blanche c8 · Dame noire sur case noire d8 · Roi noir sur case blanche e8 · Cavalier noir sur case blanche g8 · Tour noire sur case noire h8 · Pion noir sur case noire a7 · Pion noir sur case blanche d7 · Pion noir sur case blanche f7 · Fou noir sur case noire g7 · Pion noir sur case blanche h7 · Pion noir sur case blanche c6 · Pion noir sur case blanche g6 · Pion noir sur case noire c5 · Pion noir sur case noire e5 · Pion blanc sur case noire b4 · Pion blanc sur case blanche e4 · Cavalier blanc sur case blanche f3 · Pion blanc sur case blanche a2 · Pion blanc sur case blanche c2 · Pion blanc sur case noire d2 · Pion blanc sur case noire f2 · Pion blanc sur case blanche g2 · Pion blanc sur case noire h2 · Tour blanche sur case noire a1 · Cavalier blanc sur case blanche b1 · Fou blanc sur case noire c1 · Dame blanche sur case blanche d1 · Tour blanche sur case noire e1 · Roi blanc sur case noire g1 | Tour noire sur case blanche a8 · Fou noir sur case blanche c8 · Dame noire sur case noire d8 · Roi noir sur case blanche e8 · Cavalier noir sur case blanche g8 · Tour noire sur case noire h8 · Pion noir sur case noire a7 · Pion noir sur case blanche d7 · Pion noir sur case blanche f7 · Fou noir sur case noire g7 · Pion noir sur case blanche h7 · Pion noir sur case blanche c6 · Pion noir sur case blanche g6 · Pion noir sur case noire c5 · Pion noir sur case noire e5 · Pion blanc sur case noire b4 · Pion blanc sur case blanche e4 · Cavalier blanc sur case blanche f3 · Pion blanc sur case blanche a2 · Pion blanc sur case blanche c2 · Pion blanc sur case noire d2 · Pion blanc sur case noire f2 · Pion blanc sur case blanche g2 · Pion blanc sur case noire h2 · Tour blanche sur case noire a1 · Cavalier blanc sur case blanche b1 · Fou blanc sur case noire c1 · Dame blanche sur case blanche d1 · Tour blanche sur case noire e1 · Roi blanc sur case noire g1 | Tour noire sur case blanche a8 · Fou noir sur case blanche c8 · Dame noire sur case noire d8 · Roi noir sur case blanche e8 · Cavalier noir sur case blanche g8 · Tour noire sur case noire h8 · Pion noir sur case noire a7 · Pion noir sur case blanche d7 · Pion noir sur case blanche f7 · Fou noir sur case noire g7 · Pion noir sur case blanche h7 · Pion noir sur case blanche c6 · Pion noir sur case blanche g6 · Pion noir sur case noire c5 · Pion noir sur case noire e5 · Pion blanc sur case noire b4 · Pion blanc sur case blanche e4 · Cavalier blanc sur case blanche f3 · Pion blanc sur case blanche a2 · Pion blanc sur case blanche c2 · Pion blanc sur case noire d2 · Pion blanc sur case noire f2 · Pion blanc sur case blanche g2 · Pion blanc sur case noire h2 · Tour blanche sur case noire a1 · Cavalier blanc sur case blanche b1 · Fou blanc sur case noire c1 · Dame blanche sur case blanche d1 · Tour blanche sur case noire e1 · Roi blanc sur case noire g1 | Tour noire sur case blanche a8 · Fou noir sur case blanche c8 · Dame noire sur case noire d8 · Roi noir sur case blanche e8 · Cavalier noir sur case blanche g8 · Tour noire sur case noire h8 · Pion noir sur case noire a7 · Pion noir sur case blanche d7 · Pion noir sur case blanche f7 · Fou noir sur case noire g7 · Pion noir sur case blanche h7 · Pion noir sur case blanche c6 · Pion noir sur case blanche g6 · Pion noir sur case noire c5 · Pion noir sur case noire e5 · Pion blanc sur case noire b4 · Pion blanc sur case blanche e4 · Cavalier blanc sur case blanche f3 · Pion blanc sur case blanche a2 · Pion blanc sur case blanche c2 · Pion blanc sur case noire d2 · Pion blanc sur case noire f2 · Pion blanc sur case blanche g2 · Pion blanc sur case noire h2 · Tour blanche sur case noire a1 · Cavalier blanc sur case blanche b1 · Fou blanc sur case noire c1 · Dame blanche sur case blanche d1 · Tour blanche sur case noire e1 · Roi blanc sur case noire g1 | Tour noire sur case blanche a8 · Fou noir sur case blanche c8 · Dame noire sur case noire d8 · Roi noir sur case blanche e8 · Cavalier noir sur case blanche g8 · Tour noire sur case noire h8 · Pion noir sur case noire a7 · Pion noir sur case blanche d7 · Pion noir sur case blanche f7 · Fou noir sur case noire g7 · Pion noir sur case blanche h7 · Pion noir sur case blanche c6 · Pion noir sur case blanche g6 · Pion noir sur case noire c5 · Pion noir sur case noire e5 · Pion blanc sur case noire b4 · Pion blanc sur case blanche e4 · Cavalier blanc sur case blanche f3 · Pion blanc sur case blanche a2 · Pion blanc sur case blanche c2 · Pion blanc sur case noire d2 · Pion blanc sur case noire f2 · Pion blanc sur case blanche g2 · Pion blanc sur case noire h2 · Tour blanche sur case noire a1 · Cavalier blanc sur case blanche b1 · Fou blanc sur case noire c1 · Dame blanche sur case blanche d1 · Tour blanche sur case noire e1 · Roi blanc sur case noire g1 | Tour noire sur case blanche a8 · Fou noir sur case blanche c8 · Dame noire sur case noire d8 · Roi noir sur case blanche e8 · Cavalier noir sur case blanche g8 · Tour noire sur case noire h8 · Pion noir sur case noire a7 · Pion noir sur case blanche d7 · Pion noir sur case blanche f7 · Fou noir sur case noire g7 · Pion noir sur case blanche h7 · Pion noir sur case blanche c6 · Pion noir sur case blanche g6 · Pion noir sur case noire c5 · Pion noir sur case noire e5 · Pion blanc sur case noire b4 · Pion blanc sur case blanche e4 · Cavalier blanc sur case blanche f3 · Pion blanc sur case blanche a2 · Pion blanc sur case blanche c2 · Pion blanc sur case noire d2 · Pion blanc sur case noire f2 · Pion blanc sur case blanche g2 · Pion blanc sur case noire h2 · Tour blanche sur case noire a1 · Cavalier blanc sur case blanche b1 · Fou blanc sur case noire c1 · Dame blanche sur case blanche d1 · Tour blanche sur case noire e1 · Roi blanc sur case noire g1 | Tour noire sur case blanche a8 · Fou noir sur case blanche c8 · Dame noire sur case noire d8 · Roi noir sur case blanche e8 · Cavalier noir sur case blanche g8 · Tour noire sur case noire h8 · Pion noir sur case noire a7 · Pion noir sur case blanche d7 · Pion noir sur case blanche f7 · Fou noir sur case noire g7 · Pion noir sur case blanche h7 · Pion noir sur case blanche c6 · Pion noir sur case blanche g6 · Pion noir sur case noire c5 · Pion noir sur case noire e5 · Pion blanc sur case noire b4 · Pion blanc sur case blanche e4 · Cavalier blanc sur case blanche f3 · Pion blanc sur case blanche a2 · Pion blanc sur case blanche c2 · Pion blanc sur case noire d2 · Pion blanc sur case noire f2 · Pion blanc sur case blanche g2 · Pion blanc sur case noire h2 · Tour blanche sur case noire a1 · Cavalier blanc sur case blanche b1 · Fou blanc sur case noire c1 · Dame blanche sur case blanche d1 · Tour blanche sur case noire e1 · Roi blanc sur case noire g1 | 8 |
| 7 | Tour noire sur case blanche a8 · Fou noir sur case blanche c8 · Dame noire sur case noire d8 · Roi noir sur case blanche e8 · Cavalier noir sur case blanche g8 · Tour noire sur case noire h8 · Pion noir sur case noire a7 · Pion noir sur case blanche d7 · Pion noir sur case blanche f7 · Fou noir sur case noire g7 · Pion noir sur case blanche h7 · Pion noir sur case blanche c6 · Pion noir sur case blanche g6 · Pion noir sur case noire c5 · Pion noir sur case noire e5 · Pion blanc sur case noire b4 · Pion blanc sur case blanche e4 · Cavalier blanc sur case blanche f3 · Pion blanc sur case blanche a2 · Pion blanc sur case blanche c2 · Pion blanc sur case noire d2 · Pion blanc sur case noire f2 · Pion blanc sur case blanche g2 · Pion blanc sur case noire h2 · Tour blanche sur case noire a1 · Cavalier blanc sur case blanche b1 · Fou blanc sur case noire c1 · Dame blanche sur case blanche d1 · Tour blanche sur case noire e1 · Roi blanc sur case noire g1 | Tour noire sur case blanche a8 · Fou noir sur case blanche c8 · Dame noire sur case noire d8 · Roi noir sur case blanche e8 · Cavalier noir sur case blanche g8 · Tour noire sur case noire h8 · Pion noir sur case noire a7 · Pion noir sur case blanche d7 · Pion noir sur case blanche f7 · Fou noir sur case noire g7 · Pion noir sur case blanche h7 · Pion noir sur case blanche c6 · Pion noir sur case blanche g6 · Pion noir sur case noire c5 · Pion noir sur case noire e5 · Pion blanc sur case noire b4 · Pion blanc sur case blanche e4 · Cavalier blanc sur case blanche f3 · Pion blanc sur case blanche a2 · Pion blanc sur case blanche c2 · Pion blanc sur case noire d2 · Pion blanc sur case noire f2 · Pion blanc sur case blanche g2 · Pion blanc sur case noire h2 · Tour blanche sur case noire a1 · Cavalier blanc sur case blanche b1 · Fou blanc sur case noire c1 · Dame blanche sur case blanche d1 · Tour blanche sur case noire e1 · Roi blanc sur case noire g1 | Tour noire sur case blanche a8 · Fou noir sur case blanche c8 · Dame noire sur case noire d8 · Roi noir sur case blanche e8 · Cavalier noir sur case blanche g8 · Tour noire sur case noire h8 · Pion noir sur case noire a7 · Pion noir sur case blanche d7 · Pion noir sur case blanche f7 · Fou noir sur case noire g7 · Pion noir sur case blanche h7 · Pion noir sur case blanche c6 · Pion noir sur case blanche g6 · Pion noir sur case noire c5 · Pion noir sur case noire e5 · Pion blanc sur case noire b4 · Pion blanc sur case blanche e4 · Cavalier blanc sur case blanche f3 · Pion blanc sur case blanche a2 · Pion blanc sur case blanche c2 · Pion blanc sur case noire d2 · Pion blanc sur case noire f2 · Pion blanc sur case blanche g2 · Pion blanc sur case noire h2 · Tour blanche sur case noire a1 · Cavalier blanc sur case blanche b1 · Fou blanc sur case noire c1 · Dame blanche sur case blanche d1 · Tour blanche sur case noire e1 · Roi blanc sur case noire g1 | Tour noire sur case blanche a8 · Fou noir sur case blanche c8 · Dame noire sur case noire d8 · Roi noir sur case blanche e8 · Cavalier noir sur case blanche g8 · Tour noire sur case noire h8 · Pion noir sur case noire a7 · Pion noir sur case blanche d7 · Pion noir sur case blanche f7 · Fou noir sur case noire g7 · Pion noir sur case blanche h7 · Pion noir sur case blanche c6 · Pion noir sur case blanche g6 · Pion noir sur case noire c5 · Pion noir sur case noire e5 · Pion blanc sur case noire b4 · Pion blanc sur case blanche e4 · Cavalier blanc sur case blanche f3 · Pion blanc sur case blanche a2 · Pion blanc sur case blanche c2 · Pion blanc sur case noire d2 · Pion blanc sur case noire f2 · Pion blanc sur case blanche g2 · Pion blanc sur case noire h2 · Tour blanche sur case noire a1 · Cavalier blanc sur case blanche b1 · Fou blanc sur case noire c1 · Dame blanche sur case blanche d1 · Tour blanche sur case noire e1 · Roi blanc sur case noire g1 | Tour noire sur case blanche a8 · Fou noir sur case blanche c8 · Dame noire sur case noire d8 · Roi noir sur case blanche e8 · Cavalier noir sur case blanche g8 · Tour noire sur case noire h8 · Pion noir sur case noire a7 · Pion noir sur case blanche d7 · Pion noir sur case blanche f7 · Fou noir sur case noire g7 · Pion noir sur case blanche h7 · Pion noir sur case blanche c6 · Pion noir sur case blanche g6 · Pion noir sur case noire c5 · Pion noir sur case noire e5 · Pion blanc sur case noire b4 · Pion blanc sur case blanche e4 · Cavalier blanc sur case blanche f3 · Pion blanc sur case blanche a2 · Pion blanc sur case blanche c2 · Pion blanc sur case noire d2 · Pion blanc sur case noire f2 · Pion blanc sur case blanche g2 · Pion blanc sur case noire h2 · Tour blanche sur case noire a1 · Cavalier blanc sur case blanche b1 · Fou blanc sur case noire c1 · Dame blanche sur case blanche d1 · Tour blanche sur case noire e1 · Roi blanc sur case noire g1 | Tour noire sur case blanche a8 · Fou noir sur case blanche c8 · Dame noire sur case noire d8 · Roi noir sur case blanche e8 · Cavalier noir sur case blanche g8 · Tour noire sur case noire h8 · Pion noir sur case noire a7 · Pion noir sur case blanche d7 · Pion noir sur case blanche f7 · Fou noir sur case noire g7 · Pion noir sur case blanche h7 · Pion noir sur case blanche c6 · Pion noir sur case blanche g6 · Pion noir sur case noire c5 · Pion noir sur case noire e5 · Pion blanc sur case noire b4 · Pion blanc sur case blanche e4 · Cavalier blanc sur case blanche f3 · Pion blanc sur case blanche a2 · Pion blanc sur case blanche c2 · Pion blanc sur case noire d2 · Pion blanc sur case noire f2 · Pion blanc sur case blanche g2 · Pion blanc sur case noire h2 · Tour blanche sur case noire a1 · Cavalier blanc sur case blanche b1 · Fou blanc sur case noire c1 · Dame blanche sur case blanche d1 · Tour blanche sur case noire e1 · Roi blanc sur case noire g1 | Tour noire sur case blanche a8 · Fou noir sur case blanche c8 · Dame noire sur case noire d8 · Roi noir sur case blanche e8 · Cavalier noir sur case blanche g8 · Tour noire sur case noire h8 · Pion noir sur case noire a7 · Pion noir sur case blanche d7 · Pion noir sur case blanche f7 · Fou noir sur case noire g7 · Pion noir sur case blanche h7 · Pion noir sur case blanche c6 · Pion noir sur case blanche g6 · Pion noir sur case noire c5 · Pion noir sur case noire e5 · Pion blanc sur case noire b4 · Pion blanc sur case blanche e4 · Cavalier blanc sur case blanche f3 · Pion blanc sur case blanche a2 · Pion blanc sur case blanche c2 · Pion blanc sur case noire d2 · Pion blanc sur case noire f2 · Pion blanc sur case blanche g2 · Pion blanc sur case noire h2 · Tour blanche sur case noire a1 · Cavalier blanc sur case blanche b1 · Fou blanc sur case noire c1 · Dame blanche sur case blanche d1 · Tour blanche sur case noire e1 · Roi blanc sur case noire g1 | Tour noire sur case blanche a8 · Fou noir sur case blanche c8 · Dame noire sur case noire d8 · Roi noir sur case blanche e8 · Cavalier noir sur case blanche g8 · Tour noire sur case noire h8 · Pion noir sur case noire a7 · Pion noir sur case blanche d7 · Pion noir sur case blanche f7 · Fou noir sur case noire g7 · Pion noir sur case blanche h7 · Pion noir sur case blanche c6 · Pion noir sur case blanche g6 · Pion noir sur case noire c5 · Pion noir sur case noire e5 · Pion blanc sur case noire b4 · Pion blanc sur case blanche e4 · Cavalier blanc sur case blanche f3 · Pion blanc sur case blanche a2 · Pion blanc sur case blanche c2 · Pion blanc sur case noire d2 · Pion blanc sur case noire f2 · Pion blanc sur case blanche g2 · Pion blanc sur case noire h2 · Tour blanche sur case noire a1 · Cavalier blanc sur case blanche b1 · Fou blanc sur case noire c1 · Dame blanche sur case blanche d1 · Tour blanche sur case noire e1 · Roi blanc sur case noire g1 | 7 |
| 6 | Tour noire sur case blanche a8 · Fou noir sur case blanche c8 · Dame noire sur case noire d8 · Roi noir sur case blanche e8 · Cavalier noir sur case blanche g8 · Tour noire sur case noire h8 · Pion noir sur case noire a7 · Pion noir sur case blanche d7 · Pion noir sur case blanche f7 · Fou noir sur case noire g7 · Pion noir sur case blanche h7 · Pion noir sur case blanche c6 · Pion noir sur case blanche g6 · Pion noir sur case noire c5 · Pion noir sur case noire e5 · Pion blanc sur case noire b4 · Pion blanc sur case blanche e4 · Cavalier blanc sur case blanche f3 · Pion blanc sur case blanche a2 · Pion blanc sur case blanche c2 · Pion blanc sur case noire d2 · Pion blanc sur case noire f2 · Pion blanc sur case blanche g2 · Pion blanc sur case noire h2 · Tour blanche sur case noire a1 · Cavalier blanc sur case blanche b1 · Fou blanc sur case noire c1 · Dame blanche sur case blanche d1 · Tour blanche sur case noire e1 · Roi blanc sur case noire g1 | Tour noire sur case blanche a8 · Fou noir sur case blanche c8 · Dame noire sur case noire d8 · Roi noir sur case blanche e8 · Cavalier noir sur case blanche g8 · Tour noire sur case noire h8 · Pion noir sur case noire a7 · Pion noir sur case blanche d7 · Pion noir sur case blanche f7 · Fou noir sur case noire g7 · Pion noir sur case blanche h7 · Pion noir sur case blanche c6 · Pion noir sur case blanche g6 · Pion noir sur case noire c5 · Pion noir sur case noire e5 · Pion blanc sur case noire b4 · Pion blanc sur case blanche e4 · Cavalier blanc sur case blanche f3 · Pion blanc sur case blanche a2 · Pion blanc sur case blanche c2 · Pion blanc sur case noire d2 · Pion blanc sur case noire f2 · Pion blanc sur case blanche g2 · Pion blanc sur case noire h2 · Tour blanche sur case noire a1 · Cavalier blanc sur case blanche b1 · Fou blanc sur case noire c1 · Dame blanche sur case blanche d1 · Tour blanche sur case noire e1 · Roi blanc sur case noire g1 | Tour noire sur case blanche a8 · Fou noir sur case blanche c8 · Dame noire sur case noire d8 · Roi noir sur case blanche e8 · Cavalier noir sur case blanche g8 · Tour noire sur case noire h8 · Pion noir sur case noire a7 · Pion noir sur case blanche d7 · Pion noir sur case blanche f7 · Fou noir sur case noire g7 · Pion noir sur case blanche h7 · Pion noir sur case blanche c6 · Pion noir sur case blanche g6 · Pion noir sur case noire c5 · Pion noir sur case noire e5 · Pion blanc sur case noire b4 · Pion blanc sur case blanche e4 · Cavalier blanc sur case blanche f3 · Pion blanc sur case blanche a2 · Pion blanc sur case blanche c2 · Pion blanc sur case noire d2 · Pion blanc sur case noire f2 · Pion blanc sur case blanche g2 · Pion blanc sur case noire h2 · Tour blanche sur case noire a1 · Cavalier blanc sur case blanche b1 · Fou blanc sur case noire c1 · Dame blanche sur case blanche d1 · Tour blanche sur case noire e1 · Roi blanc sur case noire g1 | Tour noire sur case blanche a8 · Fou noir sur case blanche c8 · Dame noire sur case noire d8 · Roi noir sur case blanche e8 · Cavalier noir sur case blanche g8 · Tour noire sur case noire h8 · Pion noir sur case noire a7 · Pion noir sur case blanche d7 · Pion noir sur case blanche f7 · Fou noir sur case noire g7 · Pion noir sur case blanche h7 · Pion noir sur case blanche c6 · Pion noir sur case blanche g6 · Pion noir sur case noire c5 · Pion noir sur case noire e5 · Pion blanc sur case noire b4 · Pion blanc sur case blanche e4 · Cavalier blanc sur case blanche f3 · Pion blanc sur case blanche a2 · Pion blanc sur case blanche c2 · Pion blanc sur case noire d2 · Pion blanc sur case noire f2 · Pion blanc sur case blanche g2 · Pion blanc sur case noire h2 · Tour blanche sur case noire a1 · Cavalier blanc sur case blanche b1 · Fou blanc sur case noire c1 · Dame blanche sur case blanche d1 · Tour blanche sur case noire e1 · Roi blanc sur case noire g1 | Tour noire sur case blanche a8 · Fou noir sur case blanche c8 · Dame noire sur case noire d8 · Roi noir sur case blanche e8 · Cavalier noir sur case blanche g8 · Tour noire sur case noire h8 · Pion noir sur case noire a7 · Pion noir sur case blanche d7 · Pion noir sur case blanche f7 · Fou noir sur case noire g7 · Pion noir sur case blanche h7 · Pion noir sur case blanche c6 · Pion noir sur case blanche g6 · Pion noir sur case noire c5 · Pion noir sur case noire e5 · Pion blanc sur case noire b4 · Pion blanc sur case blanche e4 · Cavalier blanc sur case blanche f3 · Pion blanc sur case blanche a2 · Pion blanc sur case blanche c2 · Pion blanc sur case noire d2 · Pion blanc sur case noire f2 · Pion blanc sur case blanche g2 · Pion blanc sur case noire h2 · Tour blanche sur case noire a1 · Cavalier blanc sur case blanche b1 · Fou blanc sur case noire c1 · Dame blanche sur case blanche d1 · Tour blanche sur case noire e1 · Roi blanc sur case noire g1 | Tour noire sur case blanche a8 · Fou noir sur case blanche c8 · Dame noire sur case noire d8 · Roi noir sur case blanche e8 · Cavalier noir sur case blanche g8 · Tour noire sur case noire h8 · Pion noir sur case noire a7 · Pion noir sur case blanche d7 · Pion noir sur case blanche f7 · Fou noir sur case noire g7 · Pion noir sur case blanche h7 · Pion noir sur case blanche c6 · Pion noir sur case blanche g6 · Pion noir sur case noire c5 · Pion noir sur case noire e5 · Pion blanc sur case noire b4 · Pion blanc sur case blanche e4 · Cavalier blanc sur case blanche f3 · Pion blanc sur case blanche a2 · Pion blanc sur case blanche c2 · Pion blanc sur case noire d2 · Pion blanc sur case noire f2 · Pion blanc sur case blanche g2 · Pion blanc sur case noire h2 · Tour blanche sur case noire a1 · Cavalier blanc sur case blanche b1 · Fou blanc sur case noire c1 · Dame blanche sur case blanche d1 · Tour blanche sur case noire e1 · Roi blanc sur case noire g1 | Tour noire sur case blanche a8 · Fou noir sur case blanche c8 · Dame noire sur case noire d8 · Roi noir sur case blanche e8 · Cavalier noir sur case blanche g8 · Tour noire sur case noire h8 · Pion noir sur case noire a7 · Pion noir sur case blanche d7 · Pion noir sur case blanche f7 · Fou noir sur case noire g7 · Pion noir sur case blanche h7 · Pion noir sur case blanche c6 · Pion noir sur case blanche g6 · Pion noir sur case noire c5 · Pion noir sur case noire e5 · Pion blanc sur case noire b4 · Pion blanc sur case blanche e4 · Cavalier blanc sur case blanche f3 · Pion blanc sur case blanche a2 · Pion blanc sur case blanche c2 · Pion blanc sur case noire d2 · Pion blanc sur case noire f2 · Pion blanc sur case blanche g2 · Pion blanc sur case noire h2 · Tour blanche sur case noire a1 · Cavalier blanc sur case blanche b1 · Fou blanc sur case noire c1 · Dame blanche sur case blanche d1 · Tour blanche sur case noire e1 · Roi blanc sur case noire g1 | Tour noire sur case blanche a8 · Fou noir sur case blanche c8 · Dame noire sur case noire d8 · Roi noir sur case blanche e8 · Cavalier noir sur case blanche g8 · Tour noire sur case noire h8 · Pion noir sur case noire a7 · Pion noir sur case blanche d7 · Pion noir sur case blanche f7 · Fou noir sur case noire g7 · Pion noir sur case blanche h7 · Pion noir sur case blanche c6 · Pion noir sur case blanche g6 · Pion noir sur case noire c5 · Pion noir sur case noire e5 · Pion blanc sur case noire b4 · Pion blanc sur case blanche e4 · Cavalier blanc sur case blanche f3 · Pion blanc sur case blanche a2 · Pion blanc sur case blanche c2 · Pion blanc sur case noire d2 · Pion blanc sur case noire f2 · Pion blanc sur case blanche g2 · Pion blanc sur case noire h2 · Tour blanche sur case noire a1 · Cavalier blanc sur case blanche b1 · Fou blanc sur case noire c1 · Dame blanche sur case blanche d1 · Tour blanche sur case noire e1 · Roi blanc sur case noire g1 | 6 |
| 5 | Tour noire sur case blanche a8 · Fou noir sur case blanche c8 · Dame noire sur case noire d8 · Roi noir sur case blanche e8 · Cavalier noir sur case blanche g8 · Tour noire sur case noire h8 · Pion noir sur case noire a7 · Pion noir sur case blanche d7 · Pion noir sur case blanche f7 · Fou noir sur case noire g7 · Pion noir sur case blanche h7 · Pion noir sur case blanche c6 · Pion noir sur case blanche g6 · Pion noir sur case noire c5 · Pion noir sur case noire e5 · Pion blanc sur case noire b4 · Pion blanc sur case blanche e4 · Cavalier blanc sur case blanche f3 · Pion blanc sur case blanche a2 · Pion blanc sur case blanche c2 · Pion blanc sur case noire d2 · Pion blanc sur case noire f2 · Pion blanc sur case blanche g2 · Pion blanc sur case noire h2 · Tour blanche sur case noire a1 · Cavalier blanc sur case blanche b1 · Fou blanc sur case noire c1 · Dame blanche sur case blanche d1 · Tour blanche sur case noire e1 · Roi blanc sur case noire g1 | Tour noire sur case blanche a8 · Fou noir sur case blanche c8 · Dame noire sur case noire d8 · Roi noir sur case blanche e8 · Cavalier noir sur case blanche g8 · Tour noire sur case noire h8 · Pion noir sur case noire a7 · Pion noir sur case blanche d7 · Pion noir sur case blanche f7 · Fou noir sur case noire g7 · Pion noir sur case blanche h7 · Pion noir sur case blanche c6 · Pion noir sur case blanche g6 · Pion noir sur case noire c5 · Pion noir sur case noire e5 · Pion blanc sur case noire b4 · Pion blanc sur case blanche e4 · Cavalier blanc sur case blanche f3 · Pion blanc sur case blanche a2 · Pion blanc sur case blanche c2 · Pion blanc sur case noire d2 · Pion blanc sur case noire f2 · Pion blanc sur case blanche g2 · Pion blanc sur case noire h2 · Tour blanche sur case noire a1 · Cavalier blanc sur case blanche b1 · Fou blanc sur case noire c1 · Dame blanche sur case blanche d1 · Tour blanche sur case noire e1 · Roi blanc sur case noire g1 | Tour noire sur case blanche a8 · Fou noir sur case blanche c8 · Dame noire sur case noire d8 · Roi noir sur case blanche e8 · Cavalier noir sur case blanche g8 · Tour noire sur case noire h8 · Pion noir sur case noire a7 · Pion noir sur case blanche d7 · Pion noir sur case blanche f7 · Fou noir sur case noire g7 · Pion noir sur case blanche h7 · Pion noir sur case blanche c6 · Pion noir sur case blanche g6 · Pion noir sur case noire c5 · Pion noir sur case noire e5 · Pion blanc sur case noire b4 · Pion blanc sur case blanche e4 · Cavalier blanc sur case blanche f3 · Pion blanc sur case blanche a2 · Pion blanc sur case blanche c2 · Pion blanc sur case noire d2 · Pion blanc sur case noire f2 · Pion blanc sur case blanche g2 · Pion blanc sur case noire h2 · Tour blanche sur case noire a1 · Cavalier blanc sur case blanche b1 · Fou blanc sur case noire c1 · Dame blanche sur case blanche d1 · Tour blanche sur case noire e1 · Roi blanc sur case noire g1 | Tour noire sur case blanche a8 · Fou noir sur case blanche c8 · Dame noire sur case noire d8 · Roi noir sur case blanche e8 · Cavalier noir sur case blanche g8 · Tour noire sur case noire h8 · Pion noir sur case noire a7 · Pion noir sur case blanche d7 · Pion noir sur case blanche f7 · Fou noir sur case noire g7 · Pion noir sur case blanche h7 · Pion noir sur case blanche c6 · Pion noir sur case blanche g6 · Pion noir sur case noire c5 · Pion noir sur case noire e5 · Pion blanc sur case noire b4 · Pion blanc sur case blanche e4 · Cavalier blanc sur case blanche f3 · Pion blanc sur case blanche a2 · Pion blanc sur case blanche c2 · Pion blanc sur case noire d2 · Pion blanc sur case noire f2 · Pion blanc sur case blanche g2 · Pion blanc sur case noire h2 · Tour blanche sur case noire a1 · Cavalier blanc sur case blanche b1 · Fou blanc sur case noire c1 · Dame blanche sur case blanche d1 · Tour blanche sur case noire e1 · Roi blanc sur case noire g1 | Tour noire sur case blanche a8 · Fou noir sur case blanche c8 · Dame noire sur case noire d8 · Roi noir sur case blanche e8 · Cavalier noir sur case blanche g8 · Tour noire sur case noire h8 · Pion noir sur case noire a7 · Pion noir sur case blanche d7 · Pion noir sur case blanche f7 · Fou noir sur case noire g7 · Pion noir sur case blanche h7 · Pion noir sur case blanche c6 · Pion noir sur case blanche g6 · Pion noir sur case noire c5 · Pion noir sur case noire e5 · Pion blanc sur case noire b4 · Pion blanc sur case blanche e4 · Cavalier blanc sur case blanche f3 · Pion blanc sur case blanche a2 · Pion blanc sur case blanche c2 · Pion blanc sur case noire d2 · Pion blanc sur case noire f2 · Pion blanc sur case blanche g2 · Pion blanc sur case noire h2 · Tour blanche sur case noire a1 · Cavalier blanc sur case blanche b1 · Fou blanc sur case noire c1 · Dame blanche sur case blanche d1 · Tour blanche sur case noire e1 · Roi blanc sur case noire g1 | Tour noire sur case blanche a8 · Fou noir sur case blanche c8 · Dame noire sur case noire d8 · Roi noir sur case blanche e8 · Cavalier noir sur case blanche g8 · Tour noire sur case noire h8 · Pion noir sur case noire a7 · Pion noir sur case blanche d7 · Pion noir sur case blanche f7 · Fou noir sur case noire g7 · Pion noir sur case blanche h7 · Pion noir sur case blanche c6 · Pion noir sur case blanche g6 · Pion noir sur case noire c5 · Pion noir sur case noire e5 · Pion blanc sur case noire b4 · Pion blanc sur case blanche e4 · Cavalier blanc sur case blanche f3 · Pion blanc sur case blanche a2 · Pion blanc sur case blanche c2 · Pion blanc sur case noire d2 · Pion blanc sur case noire f2 · Pion blanc sur case blanche g2 · Pion blanc sur case noire h2 · Tour blanche sur case noire a1 · Cavalier blanc sur case blanche b1 · Fou blanc sur case noire c1 · Dame blanche sur case blanche d1 · Tour blanche sur case noire e1 · Roi blanc sur case noire g1 | Tour noire sur case blanche a8 · Fou noir sur case blanche c8 · Dame noire sur case noire d8 · Roi noir sur case blanche e8 · Cavalier noir sur case blanche g8 · Tour noire sur case noire h8 · Pion noir sur case noire a7 · Pion noir sur case blanche d7 · Pion noir sur case blanche f7 · Fou noir sur case noire g7 · Pion noir sur case blanche h7 · Pion noir sur case blanche c6 · Pion noir sur case blanche g6 · Pion noir sur case noire c5 · Pion noir sur case noire e5 · Pion blanc sur case noire b4 · Pion blanc sur case blanche e4 · Cavalier blanc sur case blanche f3 · Pion blanc sur case blanche a2 · Pion blanc sur case blanche c2 · Pion blanc sur case noire d2 · Pion blanc sur case noire f2 · Pion blanc sur case blanche g2 · Pion blanc sur case noire h2 · Tour blanche sur case noire a1 · Cavalier blanc sur case blanche b1 · Fou blanc sur case noire c1 · Dame blanche sur case blanche d1 · Tour blanche sur case noire e1 · Roi blanc sur case noire g1 | Tour noire sur case blanche a8 · Fou noir sur case blanche c8 · Dame noire sur case noire d8 · Roi noir sur case blanche e8 · Cavalier noir sur case blanche g8 · Tour noire sur case noire h8 · Pion noir sur case noire a7 · Pion noir sur case blanche d7 · Pion noir sur case blanche f7 · Fou noir sur case noire g7 · Pion noir sur case blanche h7 · Pion noir sur case blanche c6 · Pion noir sur case blanche g6 · Pion noir sur case noire c5 · Pion noir sur case noire e5 · Pion blanc sur case noire b4 · Pion blanc sur case blanche e4 · Cavalier blanc sur case blanche f3 · Pion blanc sur case blanche a2 · Pion blanc sur case blanche c2 · Pion blanc sur case noire d2 · Pion blanc sur case noire f2 · Pion blanc sur case blanche g2 · Pion blanc sur case noire h2 · Tour blanche sur case noire a1 · Cavalier blanc sur case blanche b1 · Fou blanc sur case noire c1 · Dame blanche sur case blanche d1 · Tour blanche sur case noire e1 · Roi blanc sur case noire g1 | 5 |
| 4 | Tour noire sur case blanche a8 · Fou noir sur case blanche c8 · Dame noire sur case noire d8 · Roi noir sur case blanche e8 · Cavalier noir sur case blanche g8 · Tour noire sur case noire h8 · Pion noir sur case noire a7 · Pion noir sur case blanche d7 · Pion noir sur case blanche f7 · Fou noir sur case noire g7 · Pion noir sur case blanche h7 · Pion noir sur case blanche c6 · Pion noir sur case blanche g6 · Pion noir sur case noire c5 · Pion noir sur case noire e5 · Pion blanc sur case noire b4 · Pion blanc sur case blanche e4 · Cavalier blanc sur case blanche f3 · Pion blanc sur case blanche a2 · Pion blanc sur case blanche c2 · Pion blanc sur case noire d2 · Pion blanc sur case noire f2 · Pion blanc sur case blanche g2 · Pion blanc sur case noire h2 · Tour blanche sur case noire a1 · Cavalier blanc sur case blanche b1 · Fou blanc sur case noire c1 · Dame blanche sur case blanche d1 · Tour blanche sur case noire e1 · Roi blanc sur case noire g1 | Tour noire sur case blanche a8 · Fou noir sur case blanche c8 · Dame noire sur case noire d8 · Roi noir sur case blanche e8 · Cavalier noir sur case blanche g8 · Tour noire sur case noire h8 · Pion noir sur case noire a7 · Pion noir sur case blanche d7 · Pion noir sur case blanche f7 · Fou noir sur case noire g7 · Pion noir sur case blanche h7 · Pion noir sur case blanche c6 · Pion noir sur case blanche g6 · Pion noir sur case noire c5 · Pion noir sur case noire e5 · Pion blanc sur case noire b4 · Pion blanc sur case blanche e4 · Cavalier blanc sur case blanche f3 · Pion blanc sur case blanche a2 · Pion blanc sur case blanche c2 · Pion blanc sur case noire d2 · Pion blanc sur case noire f2 · Pion blanc sur case blanche g2 · Pion blanc sur case noire h2 · Tour blanche sur case noire a1 · Cavalier blanc sur case blanche b1 · Fou blanc sur case noire c1 · Dame blanche sur case blanche d1 · Tour blanche sur case noire e1 · Roi blanc sur case noire g1 | Tour noire sur case blanche a8 · Fou noir sur case blanche c8 · Dame noire sur case noire d8 · Roi noir sur case blanche e8 · Cavalier noir sur case blanche g8 · Tour noire sur case noire h8 · Pion noir sur case noire a7 · Pion noir sur case blanche d7 · Pion noir sur case blanche f7 · Fou noir sur case noire g7 · Pion noir sur case blanche h7 · Pion noir sur case blanche c6 · Pion noir sur case blanche g6 · Pion noir sur case noire c5 · Pion noir sur case noire e5 · Pion blanc sur case noire b4 · Pion blanc sur case blanche e4 · Cavalier blanc sur case blanche f3 · Pion blanc sur case blanche a2 · Pion blanc sur case blanche c2 · Pion blanc sur case noire d2 · Pion blanc sur case noire f2 · Pion blanc sur case blanche g2 · Pion blanc sur case noire h2 · Tour blanche sur case noire a1 · Cavalier blanc sur case blanche b1 · Fou blanc sur case noire c1 · Dame blanche sur case blanche d1 · Tour blanche sur case noire e1 · Roi blanc sur case noire g1 | Tour noire sur case blanche a8 · Fou noir sur case blanche c8 · Dame noire sur case noire d8 · Roi noir sur case blanche e8 · Cavalier noir sur case blanche g8 · Tour noire sur case noire h8 · Pion noir sur case noire a7 · Pion noir sur case blanche d7 · Pion noir sur case blanche f7 · Fou noir sur case noire g7 · Pion noir sur case blanche h7 · Pion noir sur case blanche c6 · Pion noir sur case blanche g6 · Pion noir sur case noire c5 · Pion noir sur case noire e5 · Pion blanc sur case noire b4 · Pion blanc sur case blanche e4 · Cavalier blanc sur case blanche f3 · Pion blanc sur case blanche a2 · Pion blanc sur case blanche c2 · Pion blanc sur case noire d2 · Pion blanc sur case noire f2 · Pion blanc sur case blanche g2 · Pion blanc sur case noire h2 · Tour blanche sur case noire a1 · Cavalier blanc sur case blanche b1 · Fou blanc sur case noire c1 · Dame blanche sur case blanche d1 · Tour blanche sur case noire e1 · Roi blanc sur case noire g1 | Tour noire sur case blanche a8 · Fou noir sur case blanche c8 · Dame noire sur case noire d8 · Roi noir sur case blanche e8 · Cavalier noir sur case blanche g8 · Tour noire sur case noire h8 · Pion noir sur case noire a7 · Pion noir sur case blanche d7 · Pion noir sur case blanche f7 · Fou noir sur case noire g7 · Pion noir sur case blanche h7 · Pion noir sur case blanche c6 · Pion noir sur case blanche g6 · Pion noir sur case noire c5 · Pion noir sur case noire e5 · Pion blanc sur case noire b4 · Pion blanc sur case blanche e4 · Cavalier blanc sur case blanche f3 · Pion blanc sur case blanche a2 · Pion blanc sur case blanche c2 · Pion blanc sur case noire d2 · Pion blanc sur case noire f2 · Pion blanc sur case blanche g2 · Pion blanc sur case noire h2 · Tour blanche sur case noire a1 · Cavalier blanc sur case blanche b1 · Fou blanc sur case noire c1 · Dame blanche sur case blanche d1 · Tour blanche sur case noire e1 · Roi blanc sur case noire g1 | Tour noire sur case blanche a8 · Fou noir sur case blanche c8 · Dame noire sur case noire d8 · Roi noir sur case blanche e8 · Cavalier noir sur case blanche g8 · Tour noire sur case noire h8 · Pion noir sur case noire a7 · Pion noir sur case blanche d7 · Pion noir sur case blanche f7 · Fou noir sur case noire g7 · Pion noir sur case blanche h7 · Pion noir sur case blanche c6 · Pion noir sur case blanche g6 · Pion noir sur case noire c5 · Pion noir sur case noire e5 · Pion blanc sur case noire b4 · Pion blanc sur case blanche e4 · Cavalier blanc sur case blanche f3 · Pion blanc sur case blanche a2 · Pion blanc sur case blanche c2 · Pion blanc sur case noire d2 · Pion blanc sur case noire f2 · Pion blanc sur case blanche g2 · Pion blanc sur case noire h2 · Tour blanche sur case noire a1 · Cavalier blanc sur case blanche b1 · Fou blanc sur case noire c1 · Dame blanche sur case blanche d1 · Tour blanche sur case noire e1 · Roi blanc sur case noire g1 | Tour noire sur case blanche a8 · Fou noir sur case blanche c8 · Dame noire sur case noire d8 · Roi noir sur case blanche e8 · Cavalier noir sur case blanche g8 · Tour noire sur case noire h8 · Pion noir sur case noire a7 · Pion noir sur case blanche d7 · Pion noir sur case blanche f7 · Fou noir sur case noire g7 · Pion noir sur case blanche h7 · Pion noir sur case blanche c6 · Pion noir sur case blanche g6 · Pion noir sur case noire c5 · Pion noir sur case noire e5 · Pion blanc sur case noire b4 · Pion blanc sur case blanche e4 · Cavalier blanc sur case blanche f3 · Pion blanc sur case blanche a2 · Pion blanc sur case blanche c2 · Pion blanc sur case noire d2 · Pion blanc sur case noire f2 · Pion blanc sur case blanche g2 · Pion blanc sur case noire h2 · Tour blanche sur case noire a1 · Cavalier blanc sur case blanche b1 · Fou blanc sur case noire c1 · Dame blanche sur case blanche d1 · Tour blanche sur case noire e1 · Roi blanc sur case noire g1 | Tour noire sur case blanche a8 · Fou noir sur case blanche c8 · Dame noire sur case noire d8 · Roi noir sur case blanche e8 · Cavalier noir sur case blanche g8 · Tour noire sur case noire h8 · Pion noir sur case noire a7 · Pion noir sur case blanche d7 · Pion noir sur case blanche f7 · Fou noir sur case noire g7 · Pion noir sur case blanche h7 · Pion noir sur case blanche c6 · Pion noir sur case blanche g6 · Pion noir sur case noire c5 · Pion noir sur case noire e5 · Pion blanc sur case noire b4 · Pion blanc sur case blanche e4 · Cavalier blanc sur case blanche f3 · Pion blanc sur case blanche a2 · Pion blanc sur case blanche c2 · Pion blanc sur case noire d2 · Pion blanc sur case noire f2 · Pion blanc sur case blanche g2 · Pion blanc sur case noire h2 · Tour blanche sur case noire a1 · Cavalier blanc sur case blanche b1 · Fou blanc sur case noire c1 · Dame blanche sur case blanche d1 · Tour blanche sur case noire e1 · Roi blanc sur case noire g1 | 4 |
| 3 | Tour noire sur case blanche a8 · Fou noir sur case blanche c8 · Dame noire sur case noire d8 · Roi noir sur case blanche e8 · Cavalier noir sur case blanche g8 · Tour noire sur case noire h8 · Pion noir sur case noire a7 · Pion noir sur case blanche d7 · Pion noir sur case blanche f7 · Fou noir sur case noire g7 · Pion noir sur case blanche h7 · Pion noir sur case blanche c6 · Pion noir sur case blanche g6 · Pion noir sur case noire c5 · Pion noir sur case noire e5 · Pion blanc sur case noire b4 · Pion blanc sur case blanche e4 · Cavalier blanc sur case blanche f3 · Pion blanc sur case blanche a2 · Pion blanc sur case blanche c2 · Pion blanc sur case noire d2 · Pion blanc sur case noire f2 · Pion blanc sur case blanche g2 · Pion blanc sur case noire h2 · Tour blanche sur case noire a1 · Cavalier blanc sur case blanche b1 · Fou blanc sur case noire c1 · Dame blanche sur case blanche d1 · Tour blanche sur case noire e1 · Roi blanc sur case noire g1 | Tour noire sur case blanche a8 · Fou noir sur case blanche c8 · Dame noire sur case noire d8 · Roi noir sur case blanche e8 · Cavalier noir sur case blanche g8 · Tour noire sur case noire h8 · Pion noir sur case noire a7 · Pion noir sur case blanche d7 · Pion noir sur case blanche f7 · Fou noir sur case noire g7 · Pion noir sur case blanche h7 · Pion noir sur case blanche c6 · Pion noir sur case blanche g6 · Pion noir sur case noire c5 · Pion noir sur case noire e5 · Pion blanc sur case noire b4 · Pion blanc sur case blanche e4 · Cavalier blanc sur case blanche f3 · Pion blanc sur case blanche a2 · Pion blanc sur case blanche c2 · Pion blanc sur case noire d2 · Pion blanc sur case noire f2 · Pion blanc sur case blanche g2 · Pion blanc sur case noire h2 · Tour blanche sur case noire a1 · Cavalier blanc sur case blanche b1 · Fou blanc sur case noire c1 · Dame blanche sur case blanche d1 · Tour blanche sur case noire e1 · Roi blanc sur case noire g1 | Tour noire sur case blanche a8 · Fou noir sur case blanche c8 · Dame noire sur case noire d8 · Roi noir sur case blanche e8 · Cavalier noir sur case blanche g8 · Tour noire sur case noire h8 · Pion noir sur case noire a7 · Pion noir sur case blanche d7 · Pion noir sur case blanche f7 · Fou noir sur case noire g7 · Pion noir sur case blanche h7 · Pion noir sur case blanche c6 · Pion noir sur case blanche g6 · Pion noir sur case noire c5 · Pion noir sur case noire e5 · Pion blanc sur case noire b4 · Pion blanc sur case blanche e4 · Cavalier blanc sur case blanche f3 · Pion blanc sur case blanche a2 · Pion blanc sur case blanche c2 · Pion blanc sur case noire d2 · Pion blanc sur case noire f2 · Pion blanc sur case blanche g2 · Pion blanc sur case noire h2 · Tour blanche sur case noire a1 · Cavalier blanc sur case blanche b1 · Fou blanc sur case noire c1 · Dame blanche sur case blanche d1 · Tour blanche sur case noire e1 · Roi blanc sur case noire g1 | Tour noire sur case blanche a8 · Fou noir sur case blanche c8 · Dame noire sur case noire d8 · Roi noir sur case blanche e8 · Cavalier noir sur case blanche g8 · Tour noire sur case noire h8 · Pion noir sur case noire a7 · Pion noir sur case blanche d7 · Pion noir sur case blanche f7 · Fou noir sur case noire g7 · Pion noir sur case blanche h7 · Pion noir sur case blanche c6 · Pion noir sur case blanche g6 · Pion noir sur case noire c5 · Pion noir sur case noire e5 · Pion blanc sur case noire b4 · Pion blanc sur case blanche e4 · Cavalier blanc sur case blanche f3 · Pion blanc sur case blanche a2 · Pion blanc sur case blanche c2 · Pion blanc sur case noire d2 · Pion blanc sur case noire f2 · Pion blanc sur case blanche g2 · Pion blanc sur case noire h2 · Tour blanche sur case noire a1 · Cavalier blanc sur case blanche b1 · Fou blanc sur case noire c1 · Dame blanche sur case blanche d1 · Tour blanche sur case noire e1 · Roi blanc sur case noire g1 | Tour noire sur case blanche a8 · Fou noir sur case blanche c8 · Dame noire sur case noire d8 · Roi noir sur case blanche e8 · Cavalier noir sur case blanche g8 · Tour noire sur case noire h8 · Pion noir sur case noire a7 · Pion noir sur case blanche d7 · Pion noir sur case blanche f7 · Fou noir sur case noire g7 · Pion noir sur case blanche h7 · Pion noir sur case blanche c6 · Pion noir sur case blanche g6 · Pion noir sur case noire c5 · Pion noir sur case noire e5 · Pion blanc sur case noire b4 · Pion blanc sur case blanche e4 · Cavalier blanc sur case blanche f3 · Pion blanc sur case blanche a2 · Pion blanc sur case blanche c2 · Pion blanc sur case noire d2 · Pion blanc sur case noire f2 · Pion blanc sur case blanche g2 · Pion blanc sur case noire h2 · Tour blanche sur case noire a1 · Cavalier blanc sur case blanche b1 · Fou blanc sur case noire c1 · Dame blanche sur case blanche d1 · Tour blanche sur case noire e1 · Roi blanc sur case noire g1 | Tour noire sur case blanche a8 · Fou noir sur case blanche c8 · Dame noire sur case noire d8 · Roi noir sur case blanche e8 · Cavalier noir sur case blanche g8 · Tour noire sur case noire h8 · Pion noir sur case noire a7 · Pion noir sur case blanche d7 · Pion noir sur case blanche f7 · Fou noir sur case noire g7 · Pion noir sur case blanche h7 · Pion noir sur case blanche c6 · Pion noir sur case blanche g6 · Pion noir sur case noire c5 · Pion noir sur case noire e5 · Pion blanc sur case noire b4 · Pion blanc sur case blanche e4 · Cavalier blanc sur case blanche f3 · Pion blanc sur case blanche a2 · Pion blanc sur case blanche c2 · Pion blanc sur case noire d2 · Pion blanc sur case noire f2 · Pion blanc sur case blanche g2 · Pion blanc sur case noire h2 · Tour blanche sur case noire a1 · Cavalier blanc sur case blanche b1 · Fou blanc sur case noire c1 · Dame blanche sur case blanche d1 · Tour blanche sur case noire e1 · Roi blanc sur case noire g1 | Tour noire sur case blanche a8 · Fou noir sur case blanche c8 · Dame noire sur case noire d8 · Roi noir sur case blanche e8 · Cavalier noir sur case blanche g8 · Tour noire sur case noire h8 · Pion noir sur case noire a7 · Pion noir sur case blanche d7 · Pion noir sur case blanche f7 · Fou noir sur case noire g7 · Pion noir sur case blanche h7 · Pion noir sur case blanche c6 · Pion noir sur case blanche g6 · Pion noir sur case noire c5 · Pion noir sur case noire e5 · Pion blanc sur case noire b4 · Pion blanc sur case blanche e4 · Cavalier blanc sur case blanche f3 · Pion blanc sur case blanche a2 · Pion blanc sur case blanche c2 · Pion blanc sur case noire d2 · Pion blanc sur case noire f2 · Pion blanc sur case blanche g2 · Pion blanc sur case noire h2 · Tour blanche sur case noire a1 · Cavalier blanc sur case blanche b1 · Fou blanc sur case noire c1 · Dame blanche sur case blanche d1 · Tour blanche sur case noire e1 · Roi blanc sur case noire g1 | Tour noire sur case blanche a8 · Fou noir sur case blanche c8 · Dame noire sur case noire d8 · Roi noir sur case blanche e8 · Cavalier noir sur case blanche g8 · Tour noire sur case noire h8 · Pion noir sur case noire a7 · Pion noir sur case blanche d7 · Pion noir sur case blanche f7 · Fou noir sur case noire g7 · Pion noir sur case blanche h7 · Pion noir sur case blanche c6 · Pion noir sur case blanche g6 · Pion noir sur case noire c5 · Pion noir sur case noire e5 · Pion blanc sur case noire b4 · Pion blanc sur case blanche e4 · Cavalier blanc sur case blanche f3 · Pion blanc sur case blanche a2 · Pion blanc sur case blanche c2 · Pion blanc sur case noire d2 · Pion blanc sur case noire f2 · Pion blanc sur case blanche g2 · Pion blanc sur case noire h2 · Tour blanche sur case noire a1 · Cavalier blanc sur case blanche b1 · Fou blanc sur case noire c1 · Dame blanche sur case blanche d1 · Tour blanche sur case noire e1 · Roi blanc sur case noire g1 | 3 |
| 2 | Tour noire sur case blanche a8 · Fou noir sur case blanche c8 · Dame noire sur case noire d8 · Roi noir sur case blanche e8 · Cavalier noir sur case blanche g8 · Tour noire sur case noire h8 · Pion noir sur case noire a7 · Pion noir sur case blanche d7 · Pion noir sur case blanche f7 · Fou noir sur case noire g7 · Pion noir sur case blanche h7 · Pion noir sur case blanche c6 · Pion noir sur case blanche g6 · Pion noir sur case noire c5 · Pion noir sur case noire e5 · Pion blanc sur case noire b4 · Pion blanc sur case blanche e4 · Cavalier blanc sur case blanche f3 · Pion blanc sur case blanche a2 · Pion blanc sur case blanche c2 · Pion blanc sur case noire d2 · Pion blanc sur case noire f2 · Pion blanc sur case blanche g2 · Pion blanc sur case noire h2 · Tour blanche sur case noire a1 · Cavalier blanc sur case blanche b1 · Fou blanc sur case noire c1 · Dame blanche sur case blanche d1 · Tour blanche sur case noire e1 · Roi blanc sur case noire g1 | Tour noire sur case blanche a8 · Fou noir sur case blanche c8 · Dame noire sur case noire d8 · Roi noir sur case blanche e8 · Cavalier noir sur case blanche g8 · Tour noire sur case noire h8 · Pion noir sur case noire a7 · Pion noir sur case blanche d7 · Pion noir sur case blanche f7 · Fou noir sur case noire g7 · Pion noir sur case blanche h7 · Pion noir sur case blanche c6 · Pion noir sur case blanche g6 · Pion noir sur case noire c5 · Pion noir sur case noire e5 · Pion blanc sur case noire b4 · Pion blanc sur case blanche e4 · Cavalier blanc sur case blanche f3 · Pion blanc sur case blanche a2 · Pion blanc sur case blanche c2 · Pion blanc sur case noire d2 · Pion blanc sur case noire f2 · Pion blanc sur case blanche g2 · Pion blanc sur case noire h2 · Tour blanche sur case noire a1 · Cavalier blanc sur case blanche b1 · Fou blanc sur case noire c1 · Dame blanche sur case blanche d1 · Tour blanche sur case noire e1 · Roi blanc sur case noire g1 | Tour noire sur case blanche a8 · Fou noir sur case blanche c8 · Dame noire sur case noire d8 · Roi noir sur case blanche e8 · Cavalier noir sur case blanche g8 · Tour noire sur case noire h8 · Pion noir sur case noire a7 · Pion noir sur case blanche d7 · Pion noir sur case blanche f7 · Fou noir sur case noire g7 · Pion noir sur case blanche h7 · Pion noir sur case blanche c6 · Pion noir sur case blanche g6 · Pion noir sur case noire c5 · Pion noir sur case noire e5 · Pion blanc sur case noire b4 · Pion blanc sur case blanche e4 · Cavalier blanc sur case blanche f3 · Pion blanc sur case blanche a2 · Pion blanc sur case blanche c2 · Pion blanc sur case noire d2 · Pion blanc sur case noire f2 · Pion blanc sur case blanche g2 · Pion blanc sur case noire h2 · Tour blanche sur case noire a1 · Cavalier blanc sur case blanche b1 · Fou blanc sur case noire c1 · Dame blanche sur case blanche d1 · Tour blanche sur case noire e1 · Roi blanc sur case noire g1 | Tour noire sur case blanche a8 · Fou noir sur case blanche c8 · Dame noire sur case noire d8 · Roi noir sur case blanche e8 · Cavalier noir sur case blanche g8 · Tour noire sur case noire h8 · Pion noir sur case noire a7 · Pion noir sur case blanche d7 · Pion noir sur case blanche f7 · Fou noir sur case noire g7 · Pion noir sur case blanche h7 · Pion noir sur case blanche c6 · Pion noir sur case blanche g6 · Pion noir sur case noire c5 · Pion noir sur case noire e5 · Pion blanc sur case noire b4 · Pion blanc sur case blanche e4 · Cavalier blanc sur case blanche f3 · Pion blanc sur case blanche a2 · Pion blanc sur case blanche c2 · Pion blanc sur case noire d2 · Pion blanc sur case noire f2 · Pion blanc sur case blanche g2 · Pion blanc sur case noire h2 · Tour blanche sur case noire a1 · Cavalier blanc sur case blanche b1 · Fou blanc sur case noire c1 · Dame blanche sur case blanche d1 · Tour blanche sur case noire e1 · Roi blanc sur case noire g1 | Tour noire sur case blanche a8 · Fou noir sur case blanche c8 · Dame noire sur case noire d8 · Roi noir sur case blanche e8 · Cavalier noir sur case blanche g8 · Tour noire sur case noire h8 · Pion noir sur case noire a7 · Pion noir sur case blanche d7 · Pion noir sur case blanche f7 · Fou noir sur case noire g7 · Pion noir sur case blanche h7 · Pion noir sur case blanche c6 · Pion noir sur case blanche g6 · Pion noir sur case noire c5 · Pion noir sur case noire e5 · Pion blanc sur case noire b4 · Pion blanc sur case blanche e4 · Cavalier blanc sur case blanche f3 · Pion blanc sur case blanche a2 · Pion blanc sur case blanche c2 · Pion blanc sur case noire d2 · Pion blanc sur case noire f2 · Pion blanc sur case blanche g2 · Pion blanc sur case noire h2 · Tour blanche sur case noire a1 · Cavalier blanc sur case blanche b1 · Fou blanc sur case noire c1 · Dame blanche sur case blanche d1 · Tour blanche sur case noire e1 · Roi blanc sur case noire g1 | Tour noire sur case blanche a8 · Fou noir sur case blanche c8 · Dame noire sur case noire d8 · Roi noir sur case blanche e8 · Cavalier noir sur case blanche g8 · Tour noire sur case noire h8 · Pion noir sur case noire a7 · Pion noir sur case blanche d7 · Pion noir sur case blanche f7 · Fou noir sur case noire g7 · Pion noir sur case blanche h7 · Pion noir sur case blanche c6 · Pion noir sur case blanche g6 · Pion noir sur case noire c5 · Pion noir sur case noire e5 · Pion blanc sur case noire b4 · Pion blanc sur case blanche e4 · Cavalier blanc sur case blanche f3 · Pion blanc sur case blanche a2 · Pion blanc sur case blanche c2 · Pion blanc sur case noire d2 · Pion blanc sur case noire f2 · Pion blanc sur case blanche g2 · Pion blanc sur case noire h2 · Tour blanche sur case noire a1 · Cavalier blanc sur case blanche b1 · Fou blanc sur case noire c1 · Dame blanche sur case blanche d1 · Tour blanche sur case noire e1 · Roi blanc sur case noire g1 | Tour noire sur case blanche a8 · Fou noir sur case blanche c8 · Dame noire sur case noire d8 · Roi noir sur case blanche e8 · Cavalier noir sur case blanche g8 · Tour noire sur case noire h8 · Pion noir sur case noire a7 · Pion noir sur case blanche d7 · Pion noir sur case blanche f7 · Fou noir sur case noire g7 · Pion noir sur case blanche h7 · Pion noir sur case blanche c6 · Pion noir sur case blanche g6 · Pion noir sur case noire c5 · Pion noir sur case noire e5 · Pion blanc sur case noire b4 · Pion blanc sur case blanche e4 · Cavalier blanc sur case blanche f3 · Pion blanc sur case blanche a2 · Pion blanc sur case blanche c2 · Pion blanc sur case noire d2 · Pion blanc sur case noire f2 · Pion blanc sur case blanche g2 · Pion blanc sur case noire h2 · Tour blanche sur case noire a1 · Cavalier blanc sur case blanche b1 · Fou blanc sur case noire c1 · Dame blanche sur case blanche d1 · Tour blanche sur case noire e1 · Roi blanc sur case noire g1 | Tour noire sur case blanche a8 · Fou noir sur case blanche c8 · Dame noire sur case noire d8 · Roi noir sur case blanche e8 · Cavalier noir sur case blanche g8 · Tour noire sur case noire h8 · Pion noir sur case noire a7 · Pion noir sur case blanche d7 · Pion noir sur case blanche f7 · Fou noir sur case noire g7 · Pion noir sur case blanche h7 · Pion noir sur case blanche c6 · Pion noir sur case blanche g6 · Pion noir sur case noire c5 · Pion noir sur case noire e5 · Pion blanc sur case noire b4 · Pion blanc sur case blanche e4 · Cavalier blanc sur case blanche f3 · Pion blanc sur case blanche a2 · Pion blanc sur case blanche c2 · Pion blanc sur case noire d2 · Pion blanc sur case noire f2 · Pion blanc sur case blanche g2 · Pion blanc sur case noire h2 · Tour blanche sur case noire a1 · Cavalier blanc sur case blanche b1 · Fou blanc sur case noire c1 · Dame blanche sur case blanche d1 · Tour blanche sur case noire e1 · Roi blanc sur case noire g1 | 2 |
| 1 | Tour noire sur case blanche a8 · Fou noir sur case blanche c8 · Dame noire sur case noire d8 · Roi noir sur case blanche e8 · Cavalier noir sur case blanche g8 · Tour noire sur case noire h8 · Pion noir sur case noire a7 · Pion noir sur case blanche d7 · Pion noir sur case blanche f7 · Fou noir sur case noire g7 · Pion noir sur case blanche h7 · Pion noir sur case blanche c6 · Pion noir sur case blanche g6 · Pion noir sur case noire c5 · Pion noir sur case noire e5 · Pion blanc sur case noire b4 · Pion blanc sur case blanche e4 · Cavalier blanc sur case blanche f3 · Pion blanc sur case blanche a2 · Pion blanc sur case blanche c2 · Pion blanc sur case noire d2 · Pion blanc sur case noire f2 · Pion blanc sur case blanche g2 · Pion blanc sur case noire h2 · Tour blanche sur case noire a1 · Cavalier blanc sur case blanche b1 · Fou blanc sur case noire c1 · Dame blanche sur case blanche d1 · Tour blanche sur case noire e1 · Roi blanc sur case noire g1 | Tour noire sur case blanche a8 · Fou noir sur case blanche c8 · Dame noire sur case noire d8 · Roi noir sur case blanche e8 · Cavalier noir sur case blanche g8 · Tour noire sur case noire h8 · Pion noir sur case noire a7 · Pion noir sur case blanche d7 · Pion noir sur case blanche f7 · Fou noir sur case noire g7 · Pion noir sur case blanche h7 · Pion noir sur case blanche c6 · Pion noir sur case blanche g6 · Pion noir sur case noire c5 · Pion noir sur case noire e5 · Pion blanc sur case noire b4 · Pion blanc sur case blanche e4 · Cavalier blanc sur case blanche f3 · Pion blanc sur case blanche a2 · Pion blanc sur case blanche c2 · Pion blanc sur case noire d2 · Pion blanc sur case noire f2 · Pion blanc sur case blanche g2 · Pion blanc sur case noire h2 · Tour blanche sur case noire a1 · Cavalier blanc sur case blanche b1 · Fou blanc sur case noire c1 · Dame blanche sur case blanche d1 · Tour blanche sur case noire e1 · Roi blanc sur case noire g1 | Tour noire sur case blanche a8 · Fou noir sur case blanche c8 · Dame noire sur case noire d8 · Roi noir sur case blanche e8 · Cavalier noir sur case blanche g8 · Tour noire sur case noire h8 · Pion noir sur case noire a7 · Pion noir sur case blanche d7 · Pion noir sur case blanche f7 · Fou noir sur case noire g7 · Pion noir sur case blanche h7 · Pion noir sur case blanche c6 · Pion noir sur case blanche g6 · Pion noir sur case noire c5 · Pion noir sur case noire e5 · Pion blanc sur case noire b4 · Pion blanc sur case blanche e4 · Cavalier blanc sur case blanche f3 · Pion blanc sur case blanche a2 · Pion blanc sur case blanche c2 · Pion blanc sur case noire d2 · Pion blanc sur case noire f2 · Pion blanc sur case blanche g2 · Pion blanc sur case noire h2 · Tour blanche sur case noire a1 · Cavalier blanc sur case blanche b1 · Fou blanc sur case noire c1 · Dame blanche sur case blanche d1 · Tour blanche sur case noire e1 · Roi blanc sur case noire g1 | Tour noire sur case blanche a8 · Fou noir sur case blanche c8 · Dame noire sur case noire d8 · Roi noir sur case blanche e8 · Cavalier noir sur case blanche g8 · Tour noire sur case noire h8 · Pion noir sur case noire a7 · Pion noir sur case blanche d7 · Pion noir sur case blanche f7 · Fou noir sur case noire g7 · Pion noir sur case blanche h7 · Pion noir sur case blanche c6 · Pion noir sur case blanche g6 · Pion noir sur case noire c5 · Pion noir sur case noire e5 · Pion blanc sur case noire b4 · Pion blanc sur case blanche e4 · Cavalier blanc sur case blanche f3 · Pion blanc sur case blanche a2 · Pion blanc sur case blanche c2 · Pion blanc sur case noire d2 · Pion blanc sur case noire f2 · Pion blanc sur case blanche g2 · Pion blanc sur case noire h2 · Tour blanche sur case noire a1 · Cavalier blanc sur case blanche b1 · Fou blanc sur case noire c1 · Dame blanche sur case blanche d1 · Tour blanche sur case noire e1 · Roi blanc sur case noire g1 | Tour noire sur case blanche a8 · Fou noir sur case blanche c8 · Dame noire sur case noire d8 · Roi noir sur case blanche e8 · Cavalier noir sur case blanche g8 · Tour noire sur case noire h8 · Pion noir sur case noire a7 · Pion noir sur case blanche d7 · Pion noir sur case blanche f7 · Fou noir sur case noire g7 · Pion noir sur case blanche h7 · Pion noir sur case blanche c6 · Pion noir sur case blanche g6 · Pion noir sur case noire c5 · Pion noir sur case noire e5 · Pion blanc sur case noire b4 · Pion blanc sur case blanche e4 · Cavalier blanc sur case blanche f3 · Pion blanc sur case blanche a2 · Pion blanc sur case blanche c2 · Pion blanc sur case noire d2 · Pion blanc sur case noire f2 · Pion blanc sur case blanche g2 · Pion blanc sur case noire h2 · Tour blanche sur case noire a1 · Cavalier blanc sur case blanche b1 · Fou blanc sur case noire c1 · Dame blanche sur case blanche d1 · Tour blanche sur case noire e1 · Roi blanc sur case noire g1 | Tour noire sur case blanche a8 · Fou noir sur case blanche c8 · Dame noire sur case noire d8 · Roi noir sur case blanche e8 · Cavalier noir sur case blanche g8 · Tour noire sur case noire h8 · Pion noir sur case noire a7 · Pion noir sur case blanche d7 · Pion noir sur case blanche f7 · Fou noir sur case noire g7 · Pion noir sur case blanche h7 · Pion noir sur case blanche c6 · Pion noir sur case blanche g6 · Pion noir sur case noire c5 · Pion noir sur case noire e5 · Pion blanc sur case noire b4 · Pion blanc sur case blanche e4 · Cavalier blanc sur case blanche f3 · Pion blanc sur case blanche a2 · Pion blanc sur case blanche c2 · Pion blanc sur case noire d2 · Pion blanc sur case noire f2 · Pion blanc sur case blanche g2 · Pion blanc sur case noire h2 · Tour blanche sur case noire a1 · Cavalier blanc sur case blanche b1 · Fou blanc sur case noire c1 · Dame blanche sur case blanche d1 · Tour blanche sur case noire e1 · Roi blanc sur case noire g1 | Tour noire sur case blanche a8 · Fou noir sur case blanche c8 · Dame noire sur case noire d8 · Roi noir sur case blanche e8 · Cavalier noir sur case blanche g8 · Tour noire sur case noire h8 · Pion noir sur case noire a7 · Pion noir sur case blanche d7 · Pion noir sur case blanche f7 · Fou noir sur case noire g7 · Pion noir sur case blanche h7 · Pion noir sur case blanche c6 · Pion noir sur case blanche g6 · Pion noir sur case noire c5 · Pion noir sur case noire e5 · Pion blanc sur case noire b4 · Pion blanc sur case blanche e4 · Cavalier blanc sur case blanche f3 · Pion blanc sur case blanche a2 · Pion blanc sur case blanche c2 · Pion blanc sur case noire d2 · Pion blanc sur case noire f2 · Pion blanc sur case blanche g2 · Pion blanc sur case noire h2 · Tour blanche sur case noire a1 · Cavalier blanc sur case blanche b1 · Fou blanc sur case noire c1 · Dame blanche sur case blanche d1 · Tour blanche sur case noire e1 · Roi blanc sur case noire g1 | Tour noire sur case blanche a8 · Fou noir sur case blanche c8 · Dame noire sur case noire d8 · Roi noir sur case blanche e8 · Cavalier noir sur case blanche g8 · Tour noire sur case noire h8 · Pion noir sur case noire a7 · Pion noir sur case blanche d7 · Pion noir sur case blanche f7 · Fou noir sur case noire g7 · Pion noir sur case blanche h7 · Pion noir sur case blanche c6 · Pion noir sur case blanche g6 · Pion noir sur case noire c5 · Pion noir sur case noire e5 · Pion blanc sur case noire b4 · Pion blanc sur case blanche e4 · Cavalier blanc sur case blanche f3 · Pion blanc sur case blanche a2 · Pion blanc sur case blanche c2 · Pion blanc sur case noire d2 · Pion blanc sur case noire f2 · Pion blanc sur case blanche g2 · Pion blanc sur case noire h2 · Tour blanche sur case noire a1 · Cavalier blanc sur case blanche b1 · Fou blanc sur case noire c1 · Dame blanche sur case blanche d1 · Tour blanche sur case noire e1 · Roi blanc sur case noire g1 | 1 |
|   | a | b | c | d | e | f | g | h |   |

20 septembre. Fischer innove avec un gambit tactique 7.b4! Spassky aurait égalisé le jeu avec 13...Ce7 (Timman). 
Fischer–Spassky, partie 11 ; Défense sicilienne,  attaque Rossolimo (ECO B31) 

1.e4 c5 2.Cf3 Cc6 3.Fb5 g6 4.Fxc6 bxc6 5.0-0 Fg7 6.Te1 e5 7.b4 (diagramme) cxb4 8.a3 c5 9.axb4 cxb4 10.d4 exd4 11.Fb2 d6 12.Cxd4 Dd7 13.Cd2 Fb7 14.Cc4 Ch6 15.Cf5 Fxb2 16.Ccxd6+ Rf8 17.Cxh6 f6 18.Cdf7 Dxd1 19.Taxd1 Re7 20.Cxh8 Txh8 21.Cf5+ gxf5 22.exf5+ Fe5 23.f4 Tc8 24.fxe5 Txc2 25.e6 Fc6 26.Tc1 Txc1 27.Txc1 Rd6 28.Td1+ Re5 29.e7 a5 30.Tc1 Fd7 31.Tc5+ Rd4 32.Txa5 b3 33.Ta7 Fe8 34.Tb7 Rc3 35.Rf2 b2 36.Re3 Ff7 37.g4 Rc2 38.Rd4 b1=D 39.Txb1 Rxb1 40.Rc5 Rc2 41.Rd6 1–0

### Lieu: Belgrade

#### Partie 12: Spassky 1 Fischer 0 (Défense est-indienne Sämisch Panno)
|   | a | b | c | d | e | f | g | h |   |
| 8 | Fou noir sur case blanche c8 · Dame noire sur case noire d8 · Fou noir sur case noire f8 · Roi noir sur case blanche g8 · Tour noire sur case blanche f7 · Tour noire sur case noire g7 · Cavalier noir sur case blanche h7 · Pion noir sur case noire b6 · Pion noir sur case noire d6 · Cavalier noir sur case blanche g6 · Pion noir sur case noire a5 · Cavalier blanc sur case blanche b5 · Pion noir sur case noire c5 · Pion blanc sur case blanche d5 · Pion noir sur case noire e5 · Pion blanc sur case noire g5 · Tour blanche sur case blanche h5 · Pion blanc sur case blanche a4 · Pion blanc sur case blanche c4 · Pion blanc sur case blanche e4 · Pion noir sur case noire f4 · Pion blanc sur case blanche g4 · Cavalier blanc sur case blanche f3 · Dame blanche sur case blanche h3 · Pion blanc sur case noire b2 · Fou blanc sur case noire d2 · Fou blanc sur case blanche e2 · Roi blanc sur case noire c1 · Tour blanche sur case blanche h1 | Fou noir sur case blanche c8 · Dame noire sur case noire d8 · Fou noir sur case noire f8 · Roi noir sur case blanche g8 · Tour noire sur case blanche f7 · Tour noire sur case noire g7 · Cavalier noir sur case blanche h7 · Pion noir sur case noire b6 · Pion noir sur case noire d6 · Cavalier noir sur case blanche g6 · Pion noir sur case noire a5 · Cavalier blanc sur case blanche b5 · Pion noir sur case noire c5 · Pion blanc sur case blanche d5 · Pion noir sur case noire e5 · Pion blanc sur case noire g5 · Tour blanche sur case blanche h5 · Pion blanc sur case blanche a4 · Pion blanc sur case blanche c4 · Pion blanc sur case blanche e4 · Pion noir sur case noire f4 · Pion blanc sur case blanche g4 · Cavalier blanc sur case blanche f3 · Dame blanche sur case blanche h3 · Pion blanc sur case noire b2 · Fou blanc sur case noire d2 · Fou blanc sur case blanche e2 · Roi blanc sur case noire c1 · Tour blanche sur case blanche h1 | Fou noir sur case blanche c8 · Dame noire sur case noire d8 · Fou noir sur case noire f8 · Roi noir sur case blanche g8 · Tour noire sur case blanche f7 · Tour noire sur case noire g7 · Cavalier noir sur case blanche h7 · Pion noir sur case noire b6 · Pion noir sur case noire d6 · Cavalier noir sur case blanche g6 · Pion noir sur case noire a5 · Cavalier blanc sur case blanche b5 · Pion noir sur case noire c5 · Pion blanc sur case blanche d5 · Pion noir sur case noire e5 · Pion blanc sur case noire g5 · Tour blanche sur case blanche h5 · Pion blanc sur case blanche a4 · Pion blanc sur case blanche c4 · Pion blanc sur case blanche e4 · Pion noir sur case noire f4 · Pion blanc sur case blanche g4 · Cavalier blanc sur case blanche f3 · Dame blanche sur case blanche h3 · Pion blanc sur case noire b2 · Fou blanc sur case noire d2 · Fou blanc sur case blanche e2 · Roi blanc sur case noire c1 · Tour blanche sur case blanche h1 | Fou noir sur case blanche c8 · Dame noire sur case noire d8 · Fou noir sur case noire f8 · Roi noir sur case blanche g8 · Tour noire sur case blanche f7 · Tour noire sur case noire g7 · Cavalier noir sur case blanche h7 · Pion noir sur case noire b6 · Pion noir sur case noire d6 · Cavalier noir sur case blanche g6 · Pion noir sur case noire a5 · Cavalier blanc sur case blanche b5 · Pion noir sur case noire c5 · Pion blanc sur case blanche d5 · Pion noir sur case noire e5 · Pion blanc sur case noire g5 · Tour blanche sur case blanche h5 · Pion blanc sur case blanche a4 · Pion blanc sur case blanche c4 · Pion blanc sur case blanche e4 · Pion noir sur case noire f4 · Pion blanc sur case blanche g4 · Cavalier blanc sur case blanche f3 · Dame blanche sur case blanche h3 · Pion blanc sur case noire b2 · Fou blanc sur case noire d2 · Fou blanc sur case blanche e2 · Roi blanc sur case noire c1 · Tour blanche sur case blanche h1 | Fou noir sur case blanche c8 · Dame noire sur case noire d8 · Fou noir sur case noire f8 · Roi noir sur case blanche g8 · Tour noire sur case blanche f7 · Tour noire sur case noire g7 · Cavalier noir sur case blanche h7 · Pion noir sur case noire b6 · Pion noir sur case noire d6 · Cavalier noir sur case blanche g6 · Pion noir sur case noire a5 · Cavalier blanc sur case blanche b5 · Pion noir sur case noire c5 · Pion blanc sur case blanche d5 · Pion noir sur case noire e5 · Pion blanc sur case noire g5 · Tour blanche sur case blanche h5 · Pion blanc sur case blanche a4 · Pion blanc sur case blanche c4 · Pion blanc sur case blanche e4 · Pion noir sur case noire f4 · Pion blanc sur case blanche g4 · Cavalier blanc sur case blanche f3 · Dame blanche sur case blanche h3 · Pion blanc sur case noire b2 · Fou blanc sur case noire d2 · Fou blanc sur case blanche e2 · Roi blanc sur case noire c1 · Tour blanche sur case blanche h1 | Fou noir sur case blanche c8 · Dame noire sur case noire d8 · Fou noir sur case noire f8 · Roi noir sur case blanche g8 · Tour noire sur case blanche f7 · Tour noire sur case noire g7 · Cavalier noir sur case blanche h7 · Pion noir sur case noire b6 · Pion noir sur case noire d6 · Cavalier noir sur case blanche g6 · Pion noir sur case noire a5 · Cavalier blanc sur case blanche b5 · Pion noir sur case noire c5 · Pion blanc sur case blanche d5 · Pion noir sur case noire e5 · Pion blanc sur case noire g5 · Tour blanche sur case blanche h5 · Pion blanc sur case blanche a4 · Pion blanc sur case blanche c4 · Pion blanc sur case blanche e4 · Pion noir sur case noire f4 · Pion blanc sur case blanche g4 · Cavalier blanc sur case blanche f3 · Dame blanche sur case blanche h3 · Pion blanc sur case noire b2 · Fou blanc sur case noire d2 · Fou blanc sur case blanche e2 · Roi blanc sur case noire c1 · Tour blanche sur case blanche h1 | Fou noir sur case blanche c8 · Dame noire sur case noire d8 · Fou noir sur case noire f8 · Roi noir sur case blanche g8 · Tour noire sur case blanche f7 · Tour noire sur case noire g7 · Cavalier noir sur case blanche h7 · Pion noir sur case noire b6 · Pion noir sur case noire d6 · Cavalier noir sur case blanche g6 · Pion noir sur case noire a5 · Cavalier blanc sur case blanche b5 · Pion noir sur case noire c5 · Pion blanc sur case blanche d5 · Pion noir sur case noire e5 · Pion blanc sur case noire g5 · Tour blanche sur case blanche h5 · Pion blanc sur case blanche a4 · Pion blanc sur case blanche c4 · Pion blanc sur case blanche e4 · Pion noir sur case noire f4 · Pion blanc sur case blanche g4 · Cavalier blanc sur case blanche f3 · Dame blanche sur case blanche h3 · Pion blanc sur case noire b2 · Fou blanc sur case noire d2 · Fou blanc sur case blanche e2 · Roi blanc sur case noire c1 · Tour blanche sur case blanche h1 | Fou noir sur case blanche c8 · Dame noire sur case noire d8 · Fou noir sur case noire f8 · Roi noir sur case blanche g8 · Tour noire sur case blanche f7 · Tour noire sur case noire g7 · Cavalier noir sur case blanche h7 · Pion noir sur case noire b6 · Pion noir sur case noire d6 · Cavalier noir sur case blanche g6 · Pion noir sur case noire a5 · Cavalier blanc sur case blanche b5 · Pion noir sur case noire c5 · Pion blanc sur case blanche d5 · Pion noir sur case noire e5 · Pion blanc sur case noire g5 · Tour blanche sur case blanche h5 · Pion blanc sur case blanche a4 · Pion blanc sur case blanche c4 · Pion blanc sur case blanche e4 · Pion noir sur case noire f4 · Pion blanc sur case blanche g4 · Cavalier blanc sur case blanche f3 · Dame blanche sur case blanche h3 · Pion blanc sur case noire b2 · Fou blanc sur case noire d2 · Fou blanc sur case blanche e2 · Roi blanc sur case noire c1 · Tour blanche sur case blanche h1 | 8 |
| 7 | Fou noir sur case blanche c8 · Dame noire sur case noire d8 · Fou noir sur case noire f8 · Roi noir sur case blanche g8 · Tour noire sur case blanche f7 · Tour noire sur case noire g7 · Cavalier noir sur case blanche h7 · Pion noir sur case noire b6 · Pion noir sur case noire d6 · Cavalier noir sur case blanche g6 · Pion noir sur case noire a5 · Cavalier blanc sur case blanche b5 · Pion noir sur case noire c5 · Pion blanc sur case blanche d5 · Pion noir sur case noire e5 · Pion blanc sur case noire g5 · Tour blanche sur case blanche h5 · Pion blanc sur case blanche a4 · Pion blanc sur case blanche c4 · Pion blanc sur case blanche e4 · Pion noir sur case noire f4 · Pion blanc sur case blanche g4 · Cavalier blanc sur case blanche f3 · Dame blanche sur case blanche h3 · Pion blanc sur case noire b2 · Fou blanc sur case noire d2 · Fou blanc sur case blanche e2 · Roi blanc sur case noire c1 · Tour blanche sur case blanche h1 | Fou noir sur case blanche c8 · Dame noire sur case noire d8 · Fou noir sur case noire f8 · Roi noir sur case blanche g8 · Tour noire sur case blanche f7 · Tour noire sur case noire g7 · Cavalier noir sur case blanche h7 · Pion noir sur case noire b6 · Pion noir sur case noire d6 · Cavalier noir sur case blanche g6 · Pion noir sur case noire a5 · Cavalier blanc sur case blanche b5 · Pion noir sur case noire c5 · Pion blanc sur case blanche d5 · Pion noir sur case noire e5 · Pion blanc sur case noire g5 · Tour blanche sur case blanche h5 · Pion blanc sur case blanche a4 · Pion blanc sur case blanche c4 · Pion blanc sur case blanche e4 · Pion noir sur case noire f4 · Pion blanc sur case blanche g4 · Cavalier blanc sur case blanche f3 · Dame blanche sur case blanche h3 · Pion blanc sur case noire b2 · Fou blanc sur case noire d2 · Fou blanc sur case blanche e2 · Roi blanc sur case noire c1 · Tour blanche sur case blanche h1 | Fou noir sur case blanche c8 · Dame noire sur case noire d8 · Fou noir sur case noire f8 · Roi noir sur case blanche g8 · Tour noire sur case blanche f7 · Tour noire sur case noire g7 · Cavalier noir sur case blanche h7 · Pion noir sur case noire b6 · Pion noir sur case noire d6 · Cavalier noir sur case blanche g6 · Pion noir sur case noire a5 · Cavalier blanc sur case blanche b5 · Pion noir sur case noire c5 · Pion blanc sur case blanche d5 · Pion noir sur case noire e5 · Pion blanc sur case noire g5 · Tour blanche sur case blanche h5 · Pion blanc sur case blanche a4 · Pion blanc sur case blanche c4 · Pion blanc sur case blanche e4 · Pion noir sur case noire f4 · Pion blanc sur case blanche g4 · Cavalier blanc sur case blanche f3 · Dame blanche sur case blanche h3 · Pion blanc sur case noire b2 · Fou blanc sur case noire d2 · Fou blanc sur case blanche e2 · Roi blanc sur case noire c1 · Tour blanche sur case blanche h1 | Fou noir sur case blanche c8 · Dame noire sur case noire d8 · Fou noir sur case noire f8 · Roi noir sur case blanche g8 · Tour noire sur case blanche f7 · Tour noire sur case noire g7 · Cavalier noir sur case blanche h7 · Pion noir sur case noire b6 · Pion noir sur case noire d6 · Cavalier noir sur case blanche g6 · Pion noir sur case noire a5 · Cavalier blanc sur case blanche b5 · Pion noir sur case noire c5 · Pion blanc sur case blanche d5 · Pion noir sur case noire e5 · Pion blanc sur case noire g5 · Tour blanche sur case blanche h5 · Pion blanc sur case blanche a4 · Pion blanc sur case blanche c4 · Pion blanc sur case blanche e4 · Pion noir sur case noire f4 · Pion blanc sur case blanche g4 · Cavalier blanc sur case blanche f3 · Dame blanche sur case blanche h3 · Pion blanc sur case noire b2 · Fou blanc sur case noire d2 · Fou blanc sur case blanche e2 · Roi blanc sur case noire c1 · Tour blanche sur case blanche h1 | Fou noir sur case blanche c8 · Dame noire sur case noire d8 · Fou noir sur case noire f8 · Roi noir sur case blanche g8 · Tour noire sur case blanche f7 · Tour noire sur case noire g7 · Cavalier noir sur case blanche h7 · Pion noir sur case noire b6 · Pion noir sur case noire d6 · Cavalier noir sur case blanche g6 · Pion noir sur case noire a5 · Cavalier blanc sur case blanche b5 · Pion noir sur case noire c5 · Pion blanc sur case blanche d5 · Pion noir sur case noire e5 · Pion blanc sur case noire g5 · Tour blanche sur case blanche h5 · Pion blanc sur case blanche a4 · Pion blanc sur case blanche c4 · Pion blanc sur case blanche e4 · Pion noir sur case noire f4 · Pion blanc sur case blanche g4 · Cavalier blanc sur case blanche f3 · Dame blanche sur case blanche h3 · Pion blanc sur case noire b2 · Fou blanc sur case noire d2 · Fou blanc sur case blanche e2 · Roi blanc sur case noire c1 · Tour blanche sur case blanche h1 | Fou noir sur case blanche c8 · Dame noire sur case noire d8 · Fou noir sur case noire f8 · Roi noir sur case blanche g8 · Tour noire sur case blanche f7 · Tour noire sur case noire g7 · Cavalier noir sur case blanche h7 · Pion noir sur case noire b6 · Pion noir sur case noire d6 · Cavalier noir sur case blanche g6 · Pion noir sur case noire a5 · Cavalier blanc sur case blanche b5 · Pion noir sur case noire c5 · Pion blanc sur case blanche d5 · Pion noir sur case noire e5 · Pion blanc sur case noire g5 · Tour blanche sur case blanche h5 · Pion blanc sur case blanche a4 · Pion blanc sur case blanche c4 · Pion blanc sur case blanche e4 · Pion noir sur case noire f4 · Pion blanc sur case blanche g4 · Cavalier blanc sur case blanche f3 · Dame blanche sur case blanche h3 · Pion blanc sur case noire b2 · Fou blanc sur case noire d2 · Fou blanc sur case blanche e2 · Roi blanc sur case noire c1 · Tour blanche sur case blanche h1 | Fou noir sur case blanche c8 · Dame noire sur case noire d8 · Fou noir sur case noire f8 · Roi noir sur case blanche g8 · Tour noire sur case blanche f7 · Tour noire sur case noire g7 · Cavalier noir sur case blanche h7 · Pion noir sur case noire b6 · Pion noir sur case noire d6 · Cavalier noir sur case blanche g6 · Pion noir sur case noire a5 · Cavalier blanc sur case blanche b5 · Pion noir sur case noire c5 · Pion blanc sur case blanche d5 · Pion noir sur case noire e5 · Pion blanc sur case noire g5 · Tour blanche sur case blanche h5 · Pion blanc sur case blanche a4 · Pion blanc sur case blanche c4 · Pion blanc sur case blanche e4 · Pion noir sur case noire f4 · Pion blanc sur case blanche g4 · Cavalier blanc sur case blanche f3 · Dame blanche sur case blanche h3 · Pion blanc sur case noire b2 · Fou blanc sur case noire d2 · Fou blanc sur case blanche e2 · Roi blanc sur case noire c1 · Tour blanche sur case blanche h1 | Fou noir sur case blanche c8 · Dame noire sur case noire d8 · Fou noir sur case noire f8 · Roi noir sur case blanche g8 · Tour noire sur case blanche f7 · Tour noire sur case noire g7 · Cavalier noir sur case blanche h7 · Pion noir sur case noire b6 · Pion noir sur case noire d6 · Cavalier noir sur case blanche g6 · Pion noir sur case noire a5 · Cavalier blanc sur case blanche b5 · Pion noir sur case noire c5 · Pion blanc sur case blanche d5 · Pion noir sur case noire e5 · Pion blanc sur case noire g5 · Tour blanche sur case blanche h5 · Pion blanc sur case blanche a4 · Pion blanc sur case blanche c4 · Pion blanc sur case blanche e4 · Pion noir sur case noire f4 · Pion blanc sur case blanche g4 · Cavalier blanc sur case blanche f3 · Dame blanche sur case blanche h3 · Pion blanc sur case noire b2 · Fou blanc sur case noire d2 · Fou blanc sur case blanche e2 · Roi blanc sur case noire c1 · Tour blanche sur case blanche h1 | 7 |
| 6 | Fou noir sur case blanche c8 · Dame noire sur case noire d8 · Fou noir sur case noire f8 · Roi noir sur case blanche g8 · Tour noire sur case blanche f7 · Tour noire sur case noire g7 · Cavalier noir sur case blanche h7 · Pion noir sur case noire b6 · Pion noir sur case noire d6 · Cavalier noir sur case blanche g6 · Pion noir sur case noire a5 · Cavalier blanc sur case blanche b5 · Pion noir sur case noire c5 · Pion blanc sur case blanche d5 · Pion noir sur case noire e5 · Pion blanc sur case noire g5 · Tour blanche sur case blanche h5 · Pion blanc sur case blanche a4 · Pion blanc sur case blanche c4 · Pion blanc sur case blanche e4 · Pion noir sur case noire f4 · Pion blanc sur case blanche g4 · Cavalier blanc sur case blanche f3 · Dame blanche sur case blanche h3 · Pion blanc sur case noire b2 · Fou blanc sur case noire d2 · Fou blanc sur case blanche e2 · Roi blanc sur case noire c1 · Tour blanche sur case blanche h1 | Fou noir sur case blanche c8 · Dame noire sur case noire d8 · Fou noir sur case noire f8 · Roi noir sur case blanche g8 · Tour noire sur case blanche f7 · Tour noire sur case noire g7 · Cavalier noir sur case blanche h7 · Pion noir sur case noire b6 · Pion noir sur case noire d6 · Cavalier noir sur case blanche g6 · Pion noir sur case noire a5 · Cavalier blanc sur case blanche b5 · Pion noir sur case noire c5 · Pion blanc sur case blanche d5 · Pion noir sur case noire e5 · Pion blanc sur case noire g5 · Tour blanche sur case blanche h5 · Pion blanc sur case blanche a4 · Pion blanc sur case blanche c4 · Pion blanc sur case blanche e4 · Pion noir sur case noire f4 · Pion blanc sur case blanche g4 · Cavalier blanc sur case blanche f3 · Dame blanche sur case blanche h3 · Pion blanc sur case noire b2 · Fou blanc sur case noire d2 · Fou blanc sur case blanche e2 · Roi blanc sur case noire c1 · Tour blanche sur case blanche h1 | Fou noir sur case blanche c8 · Dame noire sur case noire d8 · Fou noir sur case noire f8 · Roi noir sur case blanche g8 · Tour noire sur case blanche f7 · Tour noire sur case noire g7 · Cavalier noir sur case blanche h7 · Pion noir sur case noire b6 · Pion noir sur case noire d6 · Cavalier noir sur case blanche g6 · Pion noir sur case noire a5 · Cavalier blanc sur case blanche b5 · Pion noir sur case noire c5 · Pion blanc sur case blanche d5 · Pion noir sur case noire e5 · Pion blanc sur case noire g5 · Tour blanche sur case blanche h5 · Pion blanc sur case blanche a4 · Pion blanc sur case blanche c4 · Pion blanc sur case blanche e4 · Pion noir sur case noire f4 · Pion blanc sur case blanche g4 · Cavalier blanc sur case blanche f3 · Dame blanche sur case blanche h3 · Pion blanc sur case noire b2 · Fou blanc sur case noire d2 · Fou blanc sur case blanche e2 · Roi blanc sur case noire c1 · Tour blanche sur case blanche h1 | Fou noir sur case blanche c8 · Dame noire sur case noire d8 · Fou noir sur case noire f8 · Roi noir sur case blanche g8 · Tour noire sur case blanche f7 · Tour noire sur case noire g7 · Cavalier noir sur case blanche h7 · Pion noir sur case noire b6 · Pion noir sur case noire d6 · Cavalier noir sur case blanche g6 · Pion noir sur case noire a5 · Cavalier blanc sur case blanche b5 · Pion noir sur case noire c5 · Pion blanc sur case blanche d5 · Pion noir sur case noire e5 · Pion blanc sur case noire g5 · Tour blanche sur case blanche h5 · Pion blanc sur case blanche a4 · Pion blanc sur case blanche c4 · Pion blanc sur case blanche e4 · Pion noir sur case noire f4 · Pion blanc sur case blanche g4 · Cavalier blanc sur case blanche f3 · Dame blanche sur case blanche h3 · Pion blanc sur case noire b2 · Fou blanc sur case noire d2 · Fou blanc sur case blanche e2 · Roi blanc sur case noire c1 · Tour blanche sur case blanche h1 | Fou noir sur case blanche c8 · Dame noire sur case noire d8 · Fou noir sur case noire f8 · Roi noir sur case blanche g8 · Tour noire sur case blanche f7 · Tour noire sur case noire g7 · Cavalier noir sur case blanche h7 · Pion noir sur case noire b6 · Pion noir sur case noire d6 · Cavalier noir sur case blanche g6 · Pion noir sur case noire a5 · Cavalier blanc sur case blanche b5 · Pion noir sur case noire c5 · Pion blanc sur case blanche d5 · Pion noir sur case noire e5 · Pion blanc sur case noire g5 · Tour blanche sur case blanche h5 · Pion blanc sur case blanche a4 · Pion blanc sur case blanche c4 · Pion blanc sur case blanche e4 · Pion noir sur case noire f4 · Pion blanc sur case blanche g4 · Cavalier blanc sur case blanche f3 · Dame blanche sur case blanche h3 · Pion blanc sur case noire b2 · Fou blanc sur case noire d2 · Fou blanc sur case blanche e2 · Roi blanc sur case noire c1 · Tour blanche sur case blanche h1 | Fou noir sur case blanche c8 · Dame noire sur case noire d8 · Fou noir sur case noire f8 · Roi noir sur case blanche g8 · Tour noire sur case blanche f7 · Tour noire sur case noire g7 · Cavalier noir sur case blanche h7 · Pion noir sur case noire b6 · Pion noir sur case noire d6 · Cavalier noir sur case blanche g6 · Pion noir sur case noire a5 · Cavalier blanc sur case blanche b5 · Pion noir sur case noire c5 · Pion blanc sur case blanche d5 · Pion noir sur case noire e5 · Pion blanc sur case noire g5 · Tour blanche sur case blanche h5 · Pion blanc sur case blanche a4 · Pion blanc sur case blanche c4 · Pion blanc sur case blanche e4 · Pion noir sur case noire f4 · Pion blanc sur case blanche g4 · Cavalier blanc sur case blanche f3 · Dame blanche sur case blanche h3 · Pion blanc sur case noire b2 · Fou blanc sur case noire d2 · Fou blanc sur case blanche e2 · Roi blanc sur case noire c1 · Tour blanche sur case blanche h1 | Fou noir sur case blanche c8 · Dame noire sur case noire d8 · Fou noir sur case noire f8 · Roi noir sur case blanche g8 · Tour noire sur case blanche f7 · Tour noire sur case noire g7 · Cavalier noir sur case blanche h7 · Pion noir sur case noire b6 · Pion noir sur case noire d6 · Cavalier noir sur case blanche g6 · Pion noir sur case noire a5 · Cavalier blanc sur case blanche b5 · Pion noir sur case noire c5 · Pion blanc sur case blanche d5 · Pion noir sur case noire e5 · Pion blanc sur case noire g5 · Tour blanche sur case blanche h5 · Pion blanc sur case blanche a4 · Pion blanc sur case blanche c4 · Pion blanc sur case blanche e4 · Pion noir sur case noire f4 · Pion blanc sur case blanche g4 · Cavalier blanc sur case blanche f3 · Dame blanche sur case blanche h3 · Pion blanc sur case noire b2 · Fou blanc sur case noire d2 · Fou blanc sur case blanche e2 · Roi blanc sur case noire c1 · Tour blanche sur case blanche h1 | Fou noir sur case blanche c8 · Dame noire sur case noire d8 · Fou noir sur case noire f8 · Roi noir sur case blanche g8 · Tour noire sur case blanche f7 · Tour noire sur case noire g7 · Cavalier noir sur case blanche h7 · Pion noir sur case noire b6 · Pion noir sur case noire d6 · Cavalier noir sur case blanche g6 · Pion noir sur case noire a5 · Cavalier blanc sur case blanche b5 · Pion noir sur case noire c5 · Pion blanc sur case blanche d5 · Pion noir sur case noire e5 · Pion blanc sur case noire g5 · Tour blanche sur case blanche h5 · Pion blanc sur case blanche a4 · Pion blanc sur case blanche c4 · Pion blanc sur case blanche e4 · Pion noir sur case noire f4 · Pion blanc sur case blanche g4 · Cavalier blanc sur case blanche f3 · Dame blanche sur case blanche h3 · Pion blanc sur case noire b2 · Fou blanc sur case noire d2 · Fou blanc sur case blanche e2 · Roi blanc sur case noire c1 · Tour blanche sur case blanche h1 | 6 |
| 5 | Fou noir sur case blanche c8 · Dame noire sur case noire d8 · Fou noir sur case noire f8 · Roi noir sur case blanche g8 · Tour noire sur case blanche f7 · Tour noire sur case noire g7 · Cavalier noir sur case blanche h7 · Pion noir sur case noire b6 · Pion noir sur case noire d6 · Cavalier noir sur case blanche g6 · Pion noir sur case noire a5 · Cavalier blanc sur case blanche b5 · Pion noir sur case noire c5 · Pion blanc sur case blanche d5 · Pion noir sur case noire e5 · Pion blanc sur case noire g5 · Tour blanche sur case blanche h5 · Pion blanc sur case blanche a4 · Pion blanc sur case blanche c4 · Pion blanc sur case blanche e4 · Pion noir sur case noire f4 · Pion blanc sur case blanche g4 · Cavalier blanc sur case blanche f3 · Dame blanche sur case blanche h3 · Pion blanc sur case noire b2 · Fou blanc sur case noire d2 · Fou blanc sur case blanche e2 · Roi blanc sur case noire c1 · Tour blanche sur case blanche h1 | Fou noir sur case blanche c8 · Dame noire sur case noire d8 · Fou noir sur case noire f8 · Roi noir sur case blanche g8 · Tour noire sur case blanche f7 · Tour noire sur case noire g7 · Cavalier noir sur case blanche h7 · Pion noir sur case noire b6 · Pion noir sur case noire d6 · Cavalier noir sur case blanche g6 · Pion noir sur case noire a5 · Cavalier blanc sur case blanche b5 · Pion noir sur case noire c5 · Pion blanc sur case blanche d5 · Pion noir sur case noire e5 · Pion blanc sur case noire g5 · Tour blanche sur case blanche h5 · Pion blanc sur case blanche a4 · Pion blanc sur case blanche c4 · Pion blanc sur case blanche e4 · Pion noir sur case noire f4 · Pion blanc sur case blanche g4 · Cavalier blanc sur case blanche f3 · Dame blanche sur case blanche h3 · Pion blanc sur case noire b2 · Fou blanc sur case noire d2 · Fou blanc sur case blanche e2 · Roi blanc sur case noire c1 · Tour blanche sur case blanche h1 | Fou noir sur case blanche c8 · Dame noire sur case noire d8 · Fou noir sur case noire f8 · Roi noir sur case blanche g8 · Tour noire sur case blanche f7 · Tour noire sur case noire g7 · Cavalier noir sur case blanche h7 · Pion noir sur case noire b6 · Pion noir sur case noire d6 · Cavalier noir sur case blanche g6 · Pion noir sur case noire a5 · Cavalier blanc sur case blanche b5 · Pion noir sur case noire c5 · Pion blanc sur case blanche d5 · Pion noir sur case noire e5 · Pion blanc sur case noire g5 · Tour blanche sur case blanche h5 · Pion blanc sur case blanche a4 · Pion blanc sur case blanche c4 · Pion blanc sur case blanche e4 · Pion noir sur case noire f4 · Pion blanc sur case blanche g4 · Cavalier blanc sur case blanche f3 · Dame blanche sur case blanche h3 · Pion blanc sur case noire b2 · Fou blanc sur case noire d2 · Fou blanc sur case blanche e2 · Roi blanc sur case noire c1 · Tour blanche sur case blanche h1 | Fou noir sur case blanche c8 · Dame noire sur case noire d8 · Fou noir sur case noire f8 · Roi noir sur case blanche g8 · Tour noire sur case blanche f7 · Tour noire sur case noire g7 · Cavalier noir sur case blanche h7 · Pion noir sur case noire b6 · Pion noir sur case noire d6 · Cavalier noir sur case blanche g6 · Pion noir sur case noire a5 · Cavalier blanc sur case blanche b5 · Pion noir sur case noire c5 · Pion blanc sur case blanche d5 · Pion noir sur case noire e5 · Pion blanc sur case noire g5 · Tour blanche sur case blanche h5 · Pion blanc sur case blanche a4 · Pion blanc sur case blanche c4 · Pion blanc sur case blanche e4 · Pion noir sur case noire f4 · Pion blanc sur case blanche g4 · Cavalier blanc sur case blanche f3 · Dame blanche sur case blanche h3 · Pion blanc sur case noire b2 · Fou blanc sur case noire d2 · Fou blanc sur case blanche e2 · Roi blanc sur case noire c1 · Tour blanche sur case blanche h1 | Fou noir sur case blanche c8 · Dame noire sur case noire d8 · Fou noir sur case noire f8 · Roi noir sur case blanche g8 · Tour noire sur case blanche f7 · Tour noire sur case noire g7 · Cavalier noir sur case blanche h7 · Pion noir sur case noire b6 · Pion noir sur case noire d6 · Cavalier noir sur case blanche g6 · Pion noir sur case noire a5 · Cavalier blanc sur case blanche b5 · Pion noir sur case noire c5 · Pion blanc sur case blanche d5 · Pion noir sur case noire e5 · Pion blanc sur case noire g5 · Tour blanche sur case blanche h5 · Pion blanc sur case blanche a4 · Pion blanc sur case blanche c4 · Pion blanc sur case blanche e4 · Pion noir sur case noire f4 · Pion blanc sur case blanche g4 · Cavalier blanc sur case blanche f3 · Dame blanche sur case blanche h3 · Pion blanc sur case noire b2 · Fou blanc sur case noire d2 · Fou blanc sur case blanche e2 · Roi blanc sur case noire c1 · Tour blanche sur case blanche h1 | Fou noir sur case blanche c8 · Dame noire sur case noire d8 · Fou noir sur case noire f8 · Roi noir sur case blanche g8 · Tour noire sur case blanche f7 · Tour noire sur case noire g7 · Cavalier noir sur case blanche h7 · Pion noir sur case noire b6 · Pion noir sur case noire d6 · Cavalier noir sur case blanche g6 · Pion noir sur case noire a5 · Cavalier blanc sur case blanche b5 · Pion noir sur case noire c5 · Pion blanc sur case blanche d5 · Pion noir sur case noire e5 · Pion blanc sur case noire g5 · Tour blanche sur case blanche h5 · Pion blanc sur case blanche a4 · Pion blanc sur case blanche c4 · Pion blanc sur case blanche e4 · Pion noir sur case noire f4 · Pion blanc sur case blanche g4 · Cavalier blanc sur case blanche f3 · Dame blanche sur case blanche h3 · Pion blanc sur case noire b2 · Fou blanc sur case noire d2 · Fou blanc sur case blanche e2 · Roi blanc sur case noire c1 · Tour blanche sur case blanche h1 | Fou noir sur case blanche c8 · Dame noire sur case noire d8 · Fou noir sur case noire f8 · Roi noir sur case blanche g8 · Tour noire sur case blanche f7 · Tour noire sur case noire g7 · Cavalier noir sur case blanche h7 · Pion noir sur case noire b6 · Pion noir sur case noire d6 · Cavalier noir sur case blanche g6 · Pion noir sur case noire a5 · Cavalier blanc sur case blanche b5 · Pion noir sur case noire c5 · Pion blanc sur case blanche d5 · Pion noir sur case noire e5 · Pion blanc sur case noire g5 · Tour blanche sur case blanche h5 · Pion blanc sur case blanche a4 · Pion blanc sur case blanche c4 · Pion blanc sur case blanche e4 · Pion noir sur case noire f4 · Pion blanc sur case blanche g4 · Cavalier blanc sur case blanche f3 · Dame blanche sur case blanche h3 · Pion blanc sur case noire b2 · Fou blanc sur case noire d2 · Fou blanc sur case blanche e2 · Roi blanc sur case noire c1 · Tour blanche sur case blanche h1 | Fou noir sur case blanche c8 · Dame noire sur case noire d8 · Fou noir sur case noire f8 · Roi noir sur case blanche g8 · Tour noire sur case blanche f7 · Tour noire sur case noire g7 · Cavalier noir sur case blanche h7 · Pion noir sur case noire b6 · Pion noir sur case noire d6 · Cavalier noir sur case blanche g6 · Pion noir sur case noire a5 · Cavalier blanc sur case blanche b5 · Pion noir sur case noire c5 · Pion blanc sur case blanche d5 · Pion noir sur case noire e5 · Pion blanc sur case noire g5 · Tour blanche sur case blanche h5 · Pion blanc sur case blanche a4 · Pion blanc sur case blanche c4 · Pion blanc sur case blanche e4 · Pion noir sur case noire f4 · Pion blanc sur case blanche g4 · Cavalier blanc sur case blanche f3 · Dame blanche sur case blanche h3 · Pion blanc sur case noire b2 · Fou blanc sur case noire d2 · Fou blanc sur case blanche e2 · Roi blanc sur case noire c1 · Tour blanche sur case blanche h1 | 5 |
| 4 | Fou noir sur case blanche c8 · Dame noire sur case noire d8 · Fou noir sur case noire f8 · Roi noir sur case blanche g8 · Tour noire sur case blanche f7 · Tour noire sur case noire g7 · Cavalier noir sur case blanche h7 · Pion noir sur case noire b6 · Pion noir sur case noire d6 · Cavalier noir sur case blanche g6 · Pion noir sur case noire a5 · Cavalier blanc sur case blanche b5 · Pion noir sur case noire c5 · Pion blanc sur case blanche d5 · Pion noir sur case noire e5 · Pion blanc sur case noire g5 · Tour blanche sur case blanche h5 · Pion blanc sur case blanche a4 · Pion blanc sur case blanche c4 · Pion blanc sur case blanche e4 · Pion noir sur case noire f4 · Pion blanc sur case blanche g4 · Cavalier blanc sur case blanche f3 · Dame blanche sur case blanche h3 · Pion blanc sur case noire b2 · Fou blanc sur case noire d2 · Fou blanc sur case blanche e2 · Roi blanc sur case noire c1 · Tour blanche sur case blanche h1 | Fou noir sur case blanche c8 · Dame noire sur case noire d8 · Fou noir sur case noire f8 · Roi noir sur case blanche g8 · Tour noire sur case blanche f7 · Tour noire sur case noire g7 · Cavalier noir sur case blanche h7 · Pion noir sur case noire b6 · Pion noir sur case noire d6 · Cavalier noir sur case blanche g6 · Pion noir sur case noire a5 · Cavalier blanc sur case blanche b5 · Pion noir sur case noire c5 · Pion blanc sur case blanche d5 · Pion noir sur case noire e5 · Pion blanc sur case noire g5 · Tour blanche sur case blanche h5 · Pion blanc sur case blanche a4 · Pion blanc sur case blanche c4 · Pion blanc sur case blanche e4 · Pion noir sur case noire f4 · Pion blanc sur case blanche g4 · Cavalier blanc sur case blanche f3 · Dame blanche sur case blanche h3 · Pion blanc sur case noire b2 · Fou blanc sur case noire d2 · Fou blanc sur case blanche e2 · Roi blanc sur case noire c1 · Tour blanche sur case blanche h1 | Fou noir sur case blanche c8 · Dame noire sur case noire d8 · Fou noir sur case noire f8 · Roi noir sur case blanche g8 · Tour noire sur case blanche f7 · Tour noire sur case noire g7 · Cavalier noir sur case blanche h7 · Pion noir sur case noire b6 · Pion noir sur case noire d6 · Cavalier noir sur case blanche g6 · Pion noir sur case noire a5 · Cavalier blanc sur case blanche b5 · Pion noir sur case noire c5 · Pion blanc sur case blanche d5 · Pion noir sur case noire e5 · Pion blanc sur case noire g5 · Tour blanche sur case blanche h5 · Pion blanc sur case blanche a4 · Pion blanc sur case blanche c4 · Pion blanc sur case blanche e4 · Pion noir sur case noire f4 · Pion blanc sur case blanche g4 · Cavalier blanc sur case blanche f3 · Dame blanche sur case blanche h3 · Pion blanc sur case noire b2 · Fou blanc sur case noire d2 · Fou blanc sur case blanche e2 · Roi blanc sur case noire c1 · Tour blanche sur case blanche h1 | Fou noir sur case blanche c8 · Dame noire sur case noire d8 · Fou noir sur case noire f8 · Roi noir sur case blanche g8 · Tour noire sur case blanche f7 · Tour noire sur case noire g7 · Cavalier noir sur case blanche h7 · Pion noir sur case noire b6 · Pion noir sur case noire d6 · Cavalier noir sur case blanche g6 · Pion noir sur case noire a5 · Cavalier blanc sur case blanche b5 · Pion noir sur case noire c5 · Pion blanc sur case blanche d5 · Pion noir sur case noire e5 · Pion blanc sur case noire g5 · Tour blanche sur case blanche h5 · Pion blanc sur case blanche a4 · Pion blanc sur case blanche c4 · Pion blanc sur case blanche e4 · Pion noir sur case noire f4 · Pion blanc sur case blanche g4 · Cavalier blanc sur case blanche f3 · Dame blanche sur case blanche h3 · Pion blanc sur case noire b2 · Fou blanc sur case noire d2 · Fou blanc sur case blanche e2 · Roi blanc sur case noire c1 · Tour blanche sur case blanche h1 | Fou noir sur case blanche c8 · Dame noire sur case noire d8 · Fou noir sur case noire f8 · Roi noir sur case blanche g8 · Tour noire sur case blanche f7 · Tour noire sur case noire g7 · Cavalier noir sur case blanche h7 · Pion noir sur case noire b6 · Pion noir sur case noire d6 · Cavalier noir sur case blanche g6 · Pion noir sur case noire a5 · Cavalier blanc sur case blanche b5 · Pion noir sur case noire c5 · Pion blanc sur case blanche d5 · Pion noir sur case noire e5 · Pion blanc sur case noire g5 · Tour blanche sur case blanche h5 · Pion blanc sur case blanche a4 · Pion blanc sur case blanche c4 · Pion blanc sur case blanche e4 · Pion noir sur case noire f4 · Pion blanc sur case blanche g4 · Cavalier blanc sur case blanche f3 · Dame blanche sur case blanche h3 · Pion blanc sur case noire b2 · Fou blanc sur case noire d2 · Fou blanc sur case blanche e2 · Roi blanc sur case noire c1 · Tour blanche sur case blanche h1 | Fou noir sur case blanche c8 · Dame noire sur case noire d8 · Fou noir sur case noire f8 · Roi noir sur case blanche g8 · Tour noire sur case blanche f7 · Tour noire sur case noire g7 · Cavalier noir sur case blanche h7 · Pion noir sur case noire b6 · Pion noir sur case noire d6 · Cavalier noir sur case blanche g6 · Pion noir sur case noire a5 · Cavalier blanc sur case blanche b5 · Pion noir sur case noire c5 · Pion blanc sur case blanche d5 · Pion noir sur case noire e5 · Pion blanc sur case noire g5 · Tour blanche sur case blanche h5 · Pion blanc sur case blanche a4 · Pion blanc sur case blanche c4 · Pion blanc sur case blanche e4 · Pion noir sur case noire f4 · Pion blanc sur case blanche g4 · Cavalier blanc sur case blanche f3 · Dame blanche sur case blanche h3 · Pion blanc sur case noire b2 · Fou blanc sur case noire d2 · Fou blanc sur case blanche e2 · Roi blanc sur case noire c1 · Tour blanche sur case blanche h1 | Fou noir sur case blanche c8 · Dame noire sur case noire d8 · Fou noir sur case noire f8 · Roi noir sur case blanche g8 · Tour noire sur case blanche f7 · Tour noire sur case noire g7 · Cavalier noir sur case blanche h7 · Pion noir sur case noire b6 · Pion noir sur case noire d6 · Cavalier noir sur case blanche g6 · Pion noir sur case noire a5 · Cavalier blanc sur case blanche b5 · Pion noir sur case noire c5 · Pion blanc sur case blanche d5 · Pion noir sur case noire e5 · Pion blanc sur case noire g5 · Tour blanche sur case blanche h5 · Pion blanc sur case blanche a4 · Pion blanc sur case blanche c4 · Pion blanc sur case blanche e4 · Pion noir sur case noire f4 · Pion blanc sur case blanche g4 · Cavalier blanc sur case blanche f3 · Dame blanche sur case blanche h3 · Pion blanc sur case noire b2 · Fou blanc sur case noire d2 · Fou blanc sur case blanche e2 · Roi blanc sur case noire c1 · Tour blanche sur case blanche h1 | Fou noir sur case blanche c8 · Dame noire sur case noire d8 · Fou noir sur case noire f8 · Roi noir sur case blanche g8 · Tour noire sur case blanche f7 · Tour noire sur case noire g7 · Cavalier noir sur case blanche h7 · Pion noir sur case noire b6 · Pion noir sur case noire d6 · Cavalier noir sur case blanche g6 · Pion noir sur case noire a5 · Cavalier blanc sur case blanche b5 · Pion noir sur case noire c5 · Pion blanc sur case blanche d5 · Pion noir sur case noire e5 · Pion blanc sur case noire g5 · Tour blanche sur case blanche h5 · Pion blanc sur case blanche a4 · Pion blanc sur case blanche c4 · Pion blanc sur case blanche e4 · Pion noir sur case noire f4 · Pion blanc sur case blanche g4 · Cavalier blanc sur case blanche f3 · Dame blanche sur case blanche h3 · Pion blanc sur case noire b2 · Fou blanc sur case noire d2 · Fou blanc sur case blanche e2 · Roi blanc sur case noire c1 · Tour blanche sur case blanche h1 | 4 |
| 3 | Fou noir sur case blanche c8 · Dame noire sur case noire d8 · Fou noir sur case noire f8 · Roi noir sur case blanche g8 · Tour noire sur case blanche f7 · Tour noire sur case noire g7 · Cavalier noir sur case blanche h7 · Pion noir sur case noire b6 · Pion noir sur case noire d6 · Cavalier noir sur case blanche g6 · Pion noir sur case noire a5 · Cavalier blanc sur case blanche b5 · Pion noir sur case noire c5 · Pion blanc sur case blanche d5 · Pion noir sur case noire e5 · Pion blanc sur case noire g5 · Tour blanche sur case blanche h5 · Pion blanc sur case blanche a4 · Pion blanc sur case blanche c4 · Pion blanc sur case blanche e4 · Pion noir sur case noire f4 · Pion blanc sur case blanche g4 · Cavalier blanc sur case blanche f3 · Dame blanche sur case blanche h3 · Pion blanc sur case noire b2 · Fou blanc sur case noire d2 · Fou blanc sur case blanche e2 · Roi blanc sur case noire c1 · Tour blanche sur case blanche h1 | Fou noir sur case blanche c8 · Dame noire sur case noire d8 · Fou noir sur case noire f8 · Roi noir sur case blanche g8 · Tour noire sur case blanche f7 · Tour noire sur case noire g7 · Cavalier noir sur case blanche h7 · Pion noir sur case noire b6 · Pion noir sur case noire d6 · Cavalier noir sur case blanche g6 · Pion noir sur case noire a5 · Cavalier blanc sur case blanche b5 · Pion noir sur case noire c5 · Pion blanc sur case blanche d5 · Pion noir sur case noire e5 · Pion blanc sur case noire g5 · Tour blanche sur case blanche h5 · Pion blanc sur case blanche a4 · Pion blanc sur case blanche c4 · Pion blanc sur case blanche e4 · Pion noir sur case noire f4 · Pion blanc sur case blanche g4 · Cavalier blanc sur case blanche f3 · Dame blanche sur case blanche h3 · Pion blanc sur case noire b2 · Fou blanc sur case noire d2 · Fou blanc sur case blanche e2 · Roi blanc sur case noire c1 · Tour blanche sur case blanche h1 | Fou noir sur case blanche c8 · Dame noire sur case noire d8 · Fou noir sur case noire f8 · Roi noir sur case blanche g8 · Tour noire sur case blanche f7 · Tour noire sur case noire g7 · Cavalier noir sur case blanche h7 · Pion noir sur case noire b6 · Pion noir sur case noire d6 · Cavalier noir sur case blanche g6 · Pion noir sur case noire a5 · Cavalier blanc sur case blanche b5 · Pion noir sur case noire c5 · Pion blanc sur case blanche d5 · Pion noir sur case noire e5 · Pion blanc sur case noire g5 · Tour blanche sur case blanche h5 · Pion blanc sur case blanche a4 · Pion blanc sur case blanche c4 · Pion blanc sur case blanche e4 · Pion noir sur case noire f4 · Pion blanc sur case blanche g4 · Cavalier blanc sur case blanche f3 · Dame blanche sur case blanche h3 · Pion blanc sur case noire b2 · Fou blanc sur case noire d2 · Fou blanc sur case blanche e2 · Roi blanc sur case noire c1 · Tour blanche sur case blanche h1 | Fou noir sur case blanche c8 · Dame noire sur case noire d8 · Fou noir sur case noire f8 · Roi noir sur case blanche g8 · Tour noire sur case blanche f7 · Tour noire sur case noire g7 · Cavalier noir sur case blanche h7 · Pion noir sur case noire b6 · Pion noir sur case noire d6 · Cavalier noir sur case blanche g6 · Pion noir sur case noire a5 · Cavalier blanc sur case blanche b5 · Pion noir sur case noire c5 · Pion blanc sur case blanche d5 · Pion noir sur case noire e5 · Pion blanc sur case noire g5 · Tour blanche sur case blanche h5 · Pion blanc sur case blanche a4 · Pion blanc sur case blanche c4 · Pion blanc sur case blanche e4 · Pion noir sur case noire f4 · Pion blanc sur case blanche g4 · Cavalier blanc sur case blanche f3 · Dame blanche sur case blanche h3 · Pion blanc sur case noire b2 · Fou blanc sur case noire d2 · Fou blanc sur case blanche e2 · Roi blanc sur case noire c1 · Tour blanche sur case blanche h1 | Fou noir sur case blanche c8 · Dame noire sur case noire d8 · Fou noir sur case noire f8 · Roi noir sur case blanche g8 · Tour noire sur case blanche f7 · Tour noire sur case noire g7 · Cavalier noir sur case blanche h7 · Pion noir sur case noire b6 · Pion noir sur case noire d6 · Cavalier noir sur case blanche g6 · Pion noir sur case noire a5 · Cavalier blanc sur case blanche b5 · Pion noir sur case noire c5 · Pion blanc sur case blanche d5 · Pion noir sur case noire e5 · Pion blanc sur case noire g5 · Tour blanche sur case blanche h5 · Pion blanc sur case blanche a4 · Pion blanc sur case blanche c4 · Pion blanc sur case blanche e4 · Pion noir sur case noire f4 · Pion blanc sur case blanche g4 · Cavalier blanc sur case blanche f3 · Dame blanche sur case blanche h3 · Pion blanc sur case noire b2 · Fou blanc sur case noire d2 · Fou blanc sur case blanche e2 · Roi blanc sur case noire c1 · Tour blanche sur case blanche h1 | Fou noir sur case blanche c8 · Dame noire sur case noire d8 · Fou noir sur case noire f8 · Roi noir sur case blanche g8 · Tour noire sur case blanche f7 · Tour noire sur case noire g7 · Cavalier noir sur case blanche h7 · Pion noir sur case noire b6 · Pion noir sur case noire d6 · Cavalier noir sur case blanche g6 · Pion noir sur case noire a5 · Cavalier blanc sur case blanche b5 · Pion noir sur case noire c5 · Pion blanc sur case blanche d5 · Pion noir sur case noire e5 · Pion blanc sur case noire g5 · Tour blanche sur case blanche h5 · Pion blanc sur case blanche a4 · Pion blanc sur case blanche c4 · Pion blanc sur case blanche e4 · Pion noir sur case noire f4 · Pion blanc sur case blanche g4 · Cavalier blanc sur case blanche f3 · Dame blanche sur case blanche h3 · Pion blanc sur case noire b2 · Fou blanc sur case noire d2 · Fou blanc sur case blanche e2 · Roi blanc sur case noire c1 · Tour blanche sur case blanche h1 | Fou noir sur case blanche c8 · Dame noire sur case noire d8 · Fou noir sur case noire f8 · Roi noir sur case blanche g8 · Tour noire sur case blanche f7 · Tour noire sur case noire g7 · Cavalier noir sur case blanche h7 · Pion noir sur case noire b6 · Pion noir sur case noire d6 · Cavalier noir sur case blanche g6 · Pion noir sur case noire a5 · Cavalier blanc sur case blanche b5 · Pion noir sur case noire c5 · Pion blanc sur case blanche d5 · Pion noir sur case noire e5 · Pion blanc sur case noire g5 · Tour blanche sur case blanche h5 · Pion blanc sur case blanche a4 · Pion blanc sur case blanche c4 · Pion blanc sur case blanche e4 · Pion noir sur case noire f4 · Pion blanc sur case blanche g4 · Cavalier blanc sur case blanche f3 · Dame blanche sur case blanche h3 · Pion blanc sur case noire b2 · Fou blanc sur case noire d2 · Fou blanc sur case blanche e2 · Roi blanc sur case noire c1 · Tour blanche sur case blanche h1 | Fou noir sur case blanche c8 · Dame noire sur case noire d8 · Fou noir sur case noire f8 · Roi noir sur case blanche g8 · Tour noire sur case blanche f7 · Tour noire sur case noire g7 · Cavalier noir sur case blanche h7 · Pion noir sur case noire b6 · Pion noir sur case noire d6 · Cavalier noir sur case blanche g6 · Pion noir sur case noire a5 · Cavalier blanc sur case blanche b5 · Pion noir sur case noire c5 · Pion blanc sur case blanche d5 · Pion noir sur case noire e5 · Pion blanc sur case noire g5 · Tour blanche sur case blanche h5 · Pion blanc sur case blanche a4 · Pion blanc sur case blanche c4 · Pion blanc sur case blanche e4 · Pion noir sur case noire f4 · Pion blanc sur case blanche g4 · Cavalier blanc sur case blanche f3 · Dame blanche sur case blanche h3 · Pion blanc sur case noire b2 · Fou blanc sur case noire d2 · Fou blanc sur case blanche e2 · Roi blanc sur case noire c1 · Tour blanche sur case blanche h1 | 3 |
| 2 | Fou noir sur case blanche c8 · Dame noire sur case noire d8 · Fou noir sur case noire f8 · Roi noir sur case blanche g8 · Tour noire sur case blanche f7 · Tour noire sur case noire g7 · Cavalier noir sur case blanche h7 · Pion noir sur case noire b6 · Pion noir sur case noire d6 · Cavalier noir sur case blanche g6 · Pion noir sur case noire a5 · Cavalier blanc sur case blanche b5 · Pion noir sur case noire c5 · Pion blanc sur case blanche d5 · Pion noir sur case noire e5 · Pion blanc sur case noire g5 · Tour blanche sur case blanche h5 · Pion blanc sur case blanche a4 · Pion blanc sur case blanche c4 · Pion blanc sur case blanche e4 · Pion noir sur case noire f4 · Pion blanc sur case blanche g4 · Cavalier blanc sur case blanche f3 · Dame blanche sur case blanche h3 · Pion blanc sur case noire b2 · Fou blanc sur case noire d2 · Fou blanc sur case blanche e2 · Roi blanc sur case noire c1 · Tour blanche sur case blanche h1 | Fou noir sur case blanche c8 · Dame noire sur case noire d8 · Fou noir sur case noire f8 · Roi noir sur case blanche g8 · Tour noire sur case blanche f7 · Tour noire sur case noire g7 · Cavalier noir sur case blanche h7 · Pion noir sur case noire b6 · Pion noir sur case noire d6 · Cavalier noir sur case blanche g6 · Pion noir sur case noire a5 · Cavalier blanc sur case blanche b5 · Pion noir sur case noire c5 · Pion blanc sur case blanche d5 · Pion noir sur case noire e5 · Pion blanc sur case noire g5 · Tour blanche sur case blanche h5 · Pion blanc sur case blanche a4 · Pion blanc sur case blanche c4 · Pion blanc sur case blanche e4 · Pion noir sur case noire f4 · Pion blanc sur case blanche g4 · Cavalier blanc sur case blanche f3 · Dame blanche sur case blanche h3 · Pion blanc sur case noire b2 · Fou blanc sur case noire d2 · Fou blanc sur case blanche e2 · Roi blanc sur case noire c1 · Tour blanche sur case blanche h1 | Fou noir sur case blanche c8 · Dame noire sur case noire d8 · Fou noir sur case noire f8 · Roi noir sur case blanche g8 · Tour noire sur case blanche f7 · Tour noire sur case noire g7 · Cavalier noir sur case blanche h7 · Pion noir sur case noire b6 · Pion noir sur case noire d6 · Cavalier noir sur case blanche g6 · Pion noir sur case noire a5 · Cavalier blanc sur case blanche b5 · Pion noir sur case noire c5 · Pion blanc sur case blanche d5 · Pion noir sur case noire e5 · Pion blanc sur case noire g5 · Tour blanche sur case blanche h5 · Pion blanc sur case blanche a4 · Pion blanc sur case blanche c4 · Pion blanc sur case blanche e4 · Pion noir sur case noire f4 · Pion blanc sur case blanche g4 · Cavalier blanc sur case blanche f3 · Dame blanche sur case blanche h3 · Pion blanc sur case noire b2 · Fou blanc sur case noire d2 · Fou blanc sur case blanche e2 · Roi blanc sur case noire c1 · Tour blanche sur case blanche h1 | Fou noir sur case blanche c8 · Dame noire sur case noire d8 · Fou noir sur case noire f8 · Roi noir sur case blanche g8 · Tour noire sur case blanche f7 · Tour noire sur case noire g7 · Cavalier noir sur case blanche h7 · Pion noir sur case noire b6 · Pion noir sur case noire d6 · Cavalier noir sur case blanche g6 · Pion noir sur case noire a5 · Cavalier blanc sur case blanche b5 · Pion noir sur case noire c5 · Pion blanc sur case blanche d5 · Pion noir sur case noire e5 · Pion blanc sur case noire g5 · Tour blanche sur case blanche h5 · Pion blanc sur case blanche a4 · Pion blanc sur case blanche c4 · Pion blanc sur case blanche e4 · Pion noir sur case noire f4 · Pion blanc sur case blanche g4 · Cavalier blanc sur case blanche f3 · Dame blanche sur case blanche h3 · Pion blanc sur case noire b2 · Fou blanc sur case noire d2 · Fou blanc sur case blanche e2 · Roi blanc sur case noire c1 · Tour blanche sur case blanche h1 | Fou noir sur case blanche c8 · Dame noire sur case noire d8 · Fou noir sur case noire f8 · Roi noir sur case blanche g8 · Tour noire sur case blanche f7 · Tour noire sur case noire g7 · Cavalier noir sur case blanche h7 · Pion noir sur case noire b6 · Pion noir sur case noire d6 · Cavalier noir sur case blanche g6 · Pion noir sur case noire a5 · Cavalier blanc sur case blanche b5 · Pion noir sur case noire c5 · Pion blanc sur case blanche d5 · Pion noir sur case noire e5 · Pion blanc sur case noire g5 · Tour blanche sur case blanche h5 · Pion blanc sur case blanche a4 · Pion blanc sur case blanche c4 · Pion blanc sur case blanche e4 · Pion noir sur case noire f4 · Pion blanc sur case blanche g4 · Cavalier blanc sur case blanche f3 · Dame blanche sur case blanche h3 · Pion blanc sur case noire b2 · Fou blanc sur case noire d2 · Fou blanc sur case blanche e2 · Roi blanc sur case noire c1 · Tour blanche sur case blanche h1 | Fou noir sur case blanche c8 · Dame noire sur case noire d8 · Fou noir sur case noire f8 · Roi noir sur case blanche g8 · Tour noire sur case blanche f7 · Tour noire sur case noire g7 · Cavalier noir sur case blanche h7 · Pion noir sur case noire b6 · Pion noir sur case noire d6 · Cavalier noir sur case blanche g6 · Pion noir sur case noire a5 · Cavalier blanc sur case blanche b5 · Pion noir sur case noire c5 · Pion blanc sur case blanche d5 · Pion noir sur case noire e5 · Pion blanc sur case noire g5 · Tour blanche sur case blanche h5 · Pion blanc sur case blanche a4 · Pion blanc sur case blanche c4 · Pion blanc sur case blanche e4 · Pion noir sur case noire f4 · Pion blanc sur case blanche g4 · Cavalier blanc sur case blanche f3 · Dame blanche sur case blanche h3 · Pion blanc sur case noire b2 · Fou blanc sur case noire d2 · Fou blanc sur case blanche e2 · Roi blanc sur case noire c1 · Tour blanche sur case blanche h1 | Fou noir sur case blanche c8 · Dame noire sur case noire d8 · Fou noir sur case noire f8 · Roi noir sur case blanche g8 · Tour noire sur case blanche f7 · Tour noire sur case noire g7 · Cavalier noir sur case blanche h7 · Pion noir sur case noire b6 · Pion noir sur case noire d6 · Cavalier noir sur case blanche g6 · Pion noir sur case noire a5 · Cavalier blanc sur case blanche b5 · Pion noir sur case noire c5 · Pion blanc sur case blanche d5 · Pion noir sur case noire e5 · Pion blanc sur case noire g5 · Tour blanche sur case blanche h5 · Pion blanc sur case blanche a4 · Pion blanc sur case blanche c4 · Pion blanc sur case blanche e4 · Pion noir sur case noire f4 · Pion blanc sur case blanche g4 · Cavalier blanc sur case blanche f3 · Dame blanche sur case blanche h3 · Pion blanc sur case noire b2 · Fou blanc sur case noire d2 · Fou blanc sur case blanche e2 · Roi blanc sur case noire c1 · Tour blanche sur case blanche h1 | Fou noir sur case blanche c8 · Dame noire sur case noire d8 · Fou noir sur case noire f8 · Roi noir sur case blanche g8 · Tour noire sur case blanche f7 · Tour noire sur case noire g7 · Cavalier noir sur case blanche h7 · Pion noir sur case noire b6 · Pion noir sur case noire d6 · Cavalier noir sur case blanche g6 · Pion noir sur case noire a5 · Cavalier blanc sur case blanche b5 · Pion noir sur case noire c5 · Pion blanc sur case blanche d5 · Pion noir sur case noire e5 · Pion blanc sur case noire g5 · Tour blanche sur case blanche h5 · Pion blanc sur case blanche a4 · Pion blanc sur case blanche c4 · Pion blanc sur case blanche e4 · Pion noir sur case noire f4 · Pion blanc sur case blanche g4 · Cavalier blanc sur case blanche f3 · Dame blanche sur case blanche h3 · Pion blanc sur case noire b2 · Fou blanc sur case noire d2 · Fou blanc sur case blanche e2 · Roi blanc sur case noire c1 · Tour blanche sur case blanche h1 | 2 |
| 1 | Fou noir sur case blanche c8 · Dame noire sur case noire d8 · Fou noir sur case noire f8 · Roi noir sur case blanche g8 · Tour noire sur case blanche f7 · Tour noire sur case noire g7 · Cavalier noir sur case blanche h7 · Pion noir sur case noire b6 · Pion noir sur case noire d6 · Cavalier noir sur case blanche g6 · Pion noir sur case noire a5 · Cavalier blanc sur case blanche b5 · Pion noir sur case noire c5 · Pion blanc sur case blanche d5 · Pion noir sur case noire e5 · Pion blanc sur case noire g5 · Tour blanche sur case blanche h5 · Pion blanc sur case blanche a4 · Pion blanc sur case blanche c4 · Pion blanc sur case blanche e4 · Pion noir sur case noire f4 · Pion blanc sur case blanche g4 · Cavalier blanc sur case blanche f3 · Dame blanche sur case blanche h3 · Pion blanc sur case noire b2 · Fou blanc sur case noire d2 · Fou blanc sur case blanche e2 · Roi blanc sur case noire c1 · Tour blanche sur case blanche h1 | Fou noir sur case blanche c8 · Dame noire sur case noire d8 · Fou noir sur case noire f8 · Roi noir sur case blanche g8 · Tour noire sur case blanche f7 · Tour noire sur case noire g7 · Cavalier noir sur case blanche h7 · Pion noir sur case noire b6 · Pion noir sur case noire d6 · Cavalier noir sur case blanche g6 · Pion noir sur case noire a5 · Cavalier blanc sur case blanche b5 · Pion noir sur case noire c5 · Pion blanc sur case blanche d5 · Pion noir sur case noire e5 · Pion blanc sur case noire g5 · Tour blanche sur case blanche h5 · Pion blanc sur case blanche a4 · Pion blanc sur case blanche c4 · Pion blanc sur case blanche e4 · Pion noir sur case noire f4 · Pion blanc sur case blanche g4 · Cavalier blanc sur case blanche f3 · Dame blanche sur case blanche h3 · Pion blanc sur case noire b2 · Fou blanc sur case noire d2 · Fou blanc sur case blanche e2 · Roi blanc sur case noire c1 · Tour blanche sur case blanche h1 | Fou noir sur case blanche c8 · Dame noire sur case noire d8 · Fou noir sur case noire f8 · Roi noir sur case blanche g8 · Tour noire sur case blanche f7 · Tour noire sur case noire g7 · Cavalier noir sur case blanche h7 · Pion noir sur case noire b6 · Pion noir sur case noire d6 · Cavalier noir sur case blanche g6 · Pion noir sur case noire a5 · Cavalier blanc sur case blanche b5 · Pion noir sur case noire c5 · Pion blanc sur case blanche d5 · Pion noir sur case noire e5 · Pion blanc sur case noire g5 · Tour blanche sur case blanche h5 · Pion blanc sur case blanche a4 · Pion blanc sur case blanche c4 · Pion blanc sur case blanche e4 · Pion noir sur case noire f4 · Pion blanc sur case blanche g4 · Cavalier blanc sur case blanche f3 · Dame blanche sur case blanche h3 · Pion blanc sur case noire b2 · Fou blanc sur case noire d2 · Fou blanc sur case blanche e2 · Roi blanc sur case noire c1 · Tour blanche sur case blanche h1 | Fou noir sur case blanche c8 · Dame noire sur case noire d8 · Fou noir sur case noire f8 · Roi noir sur case blanche g8 · Tour noire sur case blanche f7 · Tour noire sur case noire g7 · Cavalier noir sur case blanche h7 · Pion noir sur case noire b6 · Pion noir sur case noire d6 · Cavalier noir sur case blanche g6 · Pion noir sur case noire a5 · Cavalier blanc sur case blanche b5 · Pion noir sur case noire c5 · Pion blanc sur case blanche d5 · Pion noir sur case noire e5 · Pion blanc sur case noire g5 · Tour blanche sur case blanche h5 · Pion blanc sur case blanche a4 · Pion blanc sur case blanche c4 · Pion blanc sur case blanche e4 · Pion noir sur case noire f4 · Pion blanc sur case blanche g4 · Cavalier blanc sur case blanche f3 · Dame blanche sur case blanche h3 · Pion blanc sur case noire b2 · Fou blanc sur case noire d2 · Fou blanc sur case blanche e2 · Roi blanc sur case noire c1 · Tour blanche sur case blanche h1 | Fou noir sur case blanche c8 · Dame noire sur case noire d8 · Fou noir sur case noire f8 · Roi noir sur case blanche g8 · Tour noire sur case blanche f7 · Tour noire sur case noire g7 · Cavalier noir sur case blanche h7 · Pion noir sur case noire b6 · Pion noir sur case noire d6 · Cavalier noir sur case blanche g6 · Pion noir sur case noire a5 · Cavalier blanc sur case blanche b5 · Pion noir sur case noire c5 · Pion blanc sur case blanche d5 · Pion noir sur case noire e5 · Pion blanc sur case noire g5 · Tour blanche sur case blanche h5 · Pion blanc sur case blanche a4 · Pion blanc sur case blanche c4 · Pion blanc sur case blanche e4 · Pion noir sur case noire f4 · Pion blanc sur case blanche g4 · Cavalier blanc sur case blanche f3 · Dame blanche sur case blanche h3 · Pion blanc sur case noire b2 · Fou blanc sur case noire d2 · Fou blanc sur case blanche e2 · Roi blanc sur case noire c1 · Tour blanche sur case blanche h1 | Fou noir sur case blanche c8 · Dame noire sur case noire d8 · Fou noir sur case noire f8 · Roi noir sur case blanche g8 · Tour noire sur case blanche f7 · Tour noire sur case noire g7 · Cavalier noir sur case blanche h7 · Pion noir sur case noire b6 · Pion noir sur case noire d6 · Cavalier noir sur case blanche g6 · Pion noir sur case noire a5 · Cavalier blanc sur case blanche b5 · Pion noir sur case noire c5 · Pion blanc sur case blanche d5 · Pion noir sur case noire e5 · Pion blanc sur case noire g5 · Tour blanche sur case blanche h5 · Pion blanc sur case blanche a4 · Pion blanc sur case blanche c4 · Pion blanc sur case blanche e4 · Pion noir sur case noire f4 · Pion blanc sur case blanche g4 · Cavalier blanc sur case blanche f3 · Dame blanche sur case blanche h3 · Pion blanc sur case noire b2 · Fou blanc sur case noire d2 · Fou blanc sur case blanche e2 · Roi blanc sur case noire c1 · Tour blanche sur case blanche h1 | Fou noir sur case blanche c8 · Dame noire sur case noire d8 · Fou noir sur case noire f8 · Roi noir sur case blanche g8 · Tour noire sur case blanche f7 · Tour noire sur case noire g7 · Cavalier noir sur case blanche h7 · Pion noir sur case noire b6 · Pion noir sur case noire d6 · Cavalier noir sur case blanche g6 · Pion noir sur case noire a5 · Cavalier blanc sur case blanche b5 · Pion noir sur case noire c5 · Pion blanc sur case blanche d5 · Pion noir sur case noire e5 · Pion blanc sur case noire g5 · Tour blanche sur case blanche h5 · Pion blanc sur case blanche a4 · Pion blanc sur case blanche c4 · Pion blanc sur case blanche e4 · Pion noir sur case noire f4 · Pion blanc sur case blanche g4 · Cavalier blanc sur case blanche f3 · Dame blanche sur case blanche h3 · Pion blanc sur case noire b2 · Fou blanc sur case noire d2 · Fou blanc sur case blanche e2 · Roi blanc sur case noire c1 · Tour blanche sur case blanche h1 | Fou noir sur case blanche c8 · Dame noire sur case noire d8 · Fou noir sur case noire f8 · Roi noir sur case blanche g8 · Tour noire sur case blanche f7 · Tour noire sur case noire g7 · Cavalier noir sur case blanche h7 · Pion noir sur case noire b6 · Pion noir sur case noire d6 · Cavalier noir sur case blanche g6 · Pion noir sur case noire a5 · Cavalier blanc sur case blanche b5 · Pion noir sur case noire c5 · Pion blanc sur case blanche d5 · Pion noir sur case noire e5 · Pion blanc sur case noire g5 · Tour blanche sur case blanche h5 · Pion blanc sur case blanche a4 · Pion blanc sur case blanche c4 · Pion blanc sur case blanche e4 · Pion noir sur case noire f4 · Pion blanc sur case blanche g4 · Cavalier blanc sur case blanche f3 · Dame blanche sur case blanche h3 · Pion blanc sur case noire b2 · Fou blanc sur case noire d2 · Fou blanc sur case blanche e2 · Roi blanc sur case noire c1 · Tour blanche sur case blanche h1 | 1 |
|   | a | b | c | d | e | f | g | h |   |

30 septembre. Au lieu de 15...c5, le mieux pour Fischer aurait été 15...c6 16.Db3 et les Blancs aurait eu un léger avantage (Balasov). 
Spassky–Fischer, partie 12 ; Défense est-indienne, Variante Sämisch  Panno (ECO E83) 

1.d4 Cf6 2.c4 g6 3.Cc3 Fg7 4.e4 d6 5.f3 0-0 6.Fe3 Cc6 7.Cge2 a6 8.h4 h5 9.Cc1 e5 10.d5 Ce7 11.Fe2 Ch7 12.Cd3 f5 13.a4 Cf6 14.Cf2 a5 15.Dc2 c5 16.0-0-0 b6 17.Tdg1 Ch7 18.Cb5 Rh8 19.g4 hxg4 20.fxg4 f4 21.Fd2 g5 22.hxg5 Cg6 23.Th5 Tf7 24.Tgh1 Ff8 25.Db3 Tb8 26.Dh3 Tbb7 27.Cd3 Rg8 28.Ce1 Tg7 29.Cf3 Tbf7 (diagramme) 30.Th6 Dd7 31.Dh5 Dxg4 32.Txg6 Dxh5 33.Txg7+ Txg7 34.Txh5 Fg4 35.Th4 Fxf3 36.Fxf3 Cxg5 37.Fg4 Th7 38.Txh7 Rxh7 39.Rc2 Fe7 40.Rd3 Rg6 41.Cc7 Rf7 42.Ce6 Ch7 43.Fh5+ Rg8 44.Fe1 Cf6 45.Fh4 Rh7 46.Ff7 Cxd5 47.cxd5 Fxh4 48.Fh5 Rh6 49.Fe2 Ff2 50.Rc4 Fd4 51.b3 Rg6 52.Rb5 Rf6 53.Rc6 Re7 54.Cg7 1–0

#### Partie 13: Fischer ½ Spassky ½ (Sicilienne Rossolimo)
|   | a | b | c | d | e | f | g | h |   |
| 8 | Tour noire sur case blanche c8 · Tour noire sur case noire c7 · Roi noir sur case blanche d7 · Pion noir sur case noire e7 · Fou noir sur case blanche f7 · Pion noir sur case blanche a6 · Pion noir sur case blanche c6 · Pion noir sur case noire d6 · Fou noir sur case noire f6 · Pion noir sur case blanche g6 · Cavalier blanc sur case noire a5 · Cavalier noir sur case blanche f5 · Pion blanc sur case noire b4 · Pion blanc sur case noire d4 · Pion noir sur case noire h4 · Pion blanc sur case noire a3 · Roi blanc sur case blanche d3 · Pion blanc sur case blanche f3 · Pion blanc sur case blanche h3 · Tour blanche sur case blanche c2 · Fou blanc sur case noire d2 · Cavalier blanc sur case blanche e2 · Pion blanc sur case blanche g2 · Tour blanche sur case noire c1 | Tour noire sur case blanche c8 · Tour noire sur case noire c7 · Roi noir sur case blanche d7 · Pion noir sur case noire e7 · Fou noir sur case blanche f7 · Pion noir sur case blanche a6 · Pion noir sur case blanche c6 · Pion noir sur case noire d6 · Fou noir sur case noire f6 · Pion noir sur case blanche g6 · Cavalier blanc sur case noire a5 · Cavalier noir sur case blanche f5 · Pion blanc sur case noire b4 · Pion blanc sur case noire d4 · Pion noir sur case noire h4 · Pion blanc sur case noire a3 · Roi blanc sur case blanche d3 · Pion blanc sur case blanche f3 · Pion blanc sur case blanche h3 · Tour blanche sur case blanche c2 · Fou blanc sur case noire d2 · Cavalier blanc sur case blanche e2 · Pion blanc sur case blanche g2 · Tour blanche sur case noire c1 | Tour noire sur case blanche c8 · Tour noire sur case noire c7 · Roi noir sur case blanche d7 · Pion noir sur case noire e7 · Fou noir sur case blanche f7 · Pion noir sur case blanche a6 · Pion noir sur case blanche c6 · Pion noir sur case noire d6 · Fou noir sur case noire f6 · Pion noir sur case blanche g6 · Cavalier blanc sur case noire a5 · Cavalier noir sur case blanche f5 · Pion blanc sur case noire b4 · Pion blanc sur case noire d4 · Pion noir sur case noire h4 · Pion blanc sur case noire a3 · Roi blanc sur case blanche d3 · Pion blanc sur case blanche f3 · Pion blanc sur case blanche h3 · Tour blanche sur case blanche c2 · Fou blanc sur case noire d2 · Cavalier blanc sur case blanche e2 · Pion blanc sur case blanche g2 · Tour blanche sur case noire c1 | Tour noire sur case blanche c8 · Tour noire sur case noire c7 · Roi noir sur case blanche d7 · Pion noir sur case noire e7 · Fou noir sur case blanche f7 · Pion noir sur case blanche a6 · Pion noir sur case blanche c6 · Pion noir sur case noire d6 · Fou noir sur case noire f6 · Pion noir sur case blanche g6 · Cavalier blanc sur case noire a5 · Cavalier noir sur case blanche f5 · Pion blanc sur case noire b4 · Pion blanc sur case noire d4 · Pion noir sur case noire h4 · Pion blanc sur case noire a3 · Roi blanc sur case blanche d3 · Pion blanc sur case blanche f3 · Pion blanc sur case blanche h3 · Tour blanche sur case blanche c2 · Fou blanc sur case noire d2 · Cavalier blanc sur case blanche e2 · Pion blanc sur case blanche g2 · Tour blanche sur case noire c1 | Tour noire sur case blanche c8 · Tour noire sur case noire c7 · Roi noir sur case blanche d7 · Pion noir sur case noire e7 · Fou noir sur case blanche f7 · Pion noir sur case blanche a6 · Pion noir sur case blanche c6 · Pion noir sur case noire d6 · Fou noir sur case noire f6 · Pion noir sur case blanche g6 · Cavalier blanc sur case noire a5 · Cavalier noir sur case blanche f5 · Pion blanc sur case noire b4 · Pion blanc sur case noire d4 · Pion noir sur case noire h4 · Pion blanc sur case noire a3 · Roi blanc sur case blanche d3 · Pion blanc sur case blanche f3 · Pion blanc sur case blanche h3 · Tour blanche sur case blanche c2 · Fou blanc sur case noire d2 · Cavalier blanc sur case blanche e2 · Pion blanc sur case blanche g2 · Tour blanche sur case noire c1 | Tour noire sur case blanche c8 · Tour noire sur case noire c7 · Roi noir sur case blanche d7 · Pion noir sur case noire e7 · Fou noir sur case blanche f7 · Pion noir sur case blanche a6 · Pion noir sur case blanche c6 · Pion noir sur case noire d6 · Fou noir sur case noire f6 · Pion noir sur case blanche g6 · Cavalier blanc sur case noire a5 · Cavalier noir sur case blanche f5 · Pion blanc sur case noire b4 · Pion blanc sur case noire d4 · Pion noir sur case noire h4 · Pion blanc sur case noire a3 · Roi blanc sur case blanche d3 · Pion blanc sur case blanche f3 · Pion blanc sur case blanche h3 · Tour blanche sur case blanche c2 · Fou blanc sur case noire d2 · Cavalier blanc sur case blanche e2 · Pion blanc sur case blanche g2 · Tour blanche sur case noire c1 | Tour noire sur case blanche c8 · Tour noire sur case noire c7 · Roi noir sur case blanche d7 · Pion noir sur case noire e7 · Fou noir sur case blanche f7 · Pion noir sur case blanche a6 · Pion noir sur case blanche c6 · Pion noir sur case noire d6 · Fou noir sur case noire f6 · Pion noir sur case blanche g6 · Cavalier blanc sur case noire a5 · Cavalier noir sur case blanche f5 · Pion blanc sur case noire b4 · Pion blanc sur case noire d4 · Pion noir sur case noire h4 · Pion blanc sur case noire a3 · Roi blanc sur case blanche d3 · Pion blanc sur case blanche f3 · Pion blanc sur case blanche h3 · Tour blanche sur case blanche c2 · Fou blanc sur case noire d2 · Cavalier blanc sur case blanche e2 · Pion blanc sur case blanche g2 · Tour blanche sur case noire c1 | Tour noire sur case blanche c8 · Tour noire sur case noire c7 · Roi noir sur case blanche d7 · Pion noir sur case noire e7 · Fou noir sur case blanche f7 · Pion noir sur case blanche a6 · Pion noir sur case blanche c6 · Pion noir sur case noire d6 · Fou noir sur case noire f6 · Pion noir sur case blanche g6 · Cavalier blanc sur case noire a5 · Cavalier noir sur case blanche f5 · Pion blanc sur case noire b4 · Pion blanc sur case noire d4 · Pion noir sur case noire h4 · Pion blanc sur case noire a3 · Roi blanc sur case blanche d3 · Pion blanc sur case blanche f3 · Pion blanc sur case blanche h3 · Tour blanche sur case blanche c2 · Fou blanc sur case noire d2 · Cavalier blanc sur case blanche e2 · Pion blanc sur case blanche g2 · Tour blanche sur case noire c1 | 8 |
| 7 | Tour noire sur case blanche c8 · Tour noire sur case noire c7 · Roi noir sur case blanche d7 · Pion noir sur case noire e7 · Fou noir sur case blanche f7 · Pion noir sur case blanche a6 · Pion noir sur case blanche c6 · Pion noir sur case noire d6 · Fou noir sur case noire f6 · Pion noir sur case blanche g6 · Cavalier blanc sur case noire a5 · Cavalier noir sur case blanche f5 · Pion blanc sur case noire b4 · Pion blanc sur case noire d4 · Pion noir sur case noire h4 · Pion blanc sur case noire a3 · Roi blanc sur case blanche d3 · Pion blanc sur case blanche f3 · Pion blanc sur case blanche h3 · Tour blanche sur case blanche c2 · Fou blanc sur case noire d2 · Cavalier blanc sur case blanche e2 · Pion blanc sur case blanche g2 · Tour blanche sur case noire c1 | Tour noire sur case blanche c8 · Tour noire sur case noire c7 · Roi noir sur case blanche d7 · Pion noir sur case noire e7 · Fou noir sur case blanche f7 · Pion noir sur case blanche a6 · Pion noir sur case blanche c6 · Pion noir sur case noire d6 · Fou noir sur case noire f6 · Pion noir sur case blanche g6 · Cavalier blanc sur case noire a5 · Cavalier noir sur case blanche f5 · Pion blanc sur case noire b4 · Pion blanc sur case noire d4 · Pion noir sur case noire h4 · Pion blanc sur case noire a3 · Roi blanc sur case blanche d3 · Pion blanc sur case blanche f3 · Pion blanc sur case blanche h3 · Tour blanche sur case blanche c2 · Fou blanc sur case noire d2 · Cavalier blanc sur case blanche e2 · Pion blanc sur case blanche g2 · Tour blanche sur case noire c1 | Tour noire sur case blanche c8 · Tour noire sur case noire c7 · Roi noir sur case blanche d7 · Pion noir sur case noire e7 · Fou noir sur case blanche f7 · Pion noir sur case blanche a6 · Pion noir sur case blanche c6 · Pion noir sur case noire d6 · Fou noir sur case noire f6 · Pion noir sur case blanche g6 · Cavalier blanc sur case noire a5 · Cavalier noir sur case blanche f5 · Pion blanc sur case noire b4 · Pion blanc sur case noire d4 · Pion noir sur case noire h4 · Pion blanc sur case noire a3 · Roi blanc sur case blanche d3 · Pion blanc sur case blanche f3 · Pion blanc sur case blanche h3 · Tour blanche sur case blanche c2 · Fou blanc sur case noire d2 · Cavalier blanc sur case blanche e2 · Pion blanc sur case blanche g2 · Tour blanche sur case noire c1 | Tour noire sur case blanche c8 · Tour noire sur case noire c7 · Roi noir sur case blanche d7 · Pion noir sur case noire e7 · Fou noir sur case blanche f7 · Pion noir sur case blanche a6 · Pion noir sur case blanche c6 · Pion noir sur case noire d6 · Fou noir sur case noire f6 · Pion noir sur case blanche g6 · Cavalier blanc sur case noire a5 · Cavalier noir sur case blanche f5 · Pion blanc sur case noire b4 · Pion blanc sur case noire d4 · Pion noir sur case noire h4 · Pion blanc sur case noire a3 · Roi blanc sur case blanche d3 · Pion blanc sur case blanche f3 · Pion blanc sur case blanche h3 · Tour blanche sur case blanche c2 · Fou blanc sur case noire d2 · Cavalier blanc sur case blanche e2 · Pion blanc sur case blanche g2 · Tour blanche sur case noire c1 | Tour noire sur case blanche c8 · Tour noire sur case noire c7 · Roi noir sur case blanche d7 · Pion noir sur case noire e7 · Fou noir sur case blanche f7 · Pion noir sur case blanche a6 · Pion noir sur case blanche c6 · Pion noir sur case noire d6 · Fou noir sur case noire f6 · Pion noir sur case blanche g6 · Cavalier blanc sur case noire a5 · Cavalier noir sur case blanche f5 · Pion blanc sur case noire b4 · Pion blanc sur case noire d4 · Pion noir sur case noire h4 · Pion blanc sur case noire a3 · Roi blanc sur case blanche d3 · Pion blanc sur case blanche f3 · Pion blanc sur case blanche h3 · Tour blanche sur case blanche c2 · Fou blanc sur case noire d2 · Cavalier blanc sur case blanche e2 · Pion blanc sur case blanche g2 · Tour blanche sur case noire c1 | Tour noire sur case blanche c8 · Tour noire sur case noire c7 · Roi noir sur case blanche d7 · Pion noir sur case noire e7 · Fou noir sur case blanche f7 · Pion noir sur case blanche a6 · Pion noir sur case blanche c6 · Pion noir sur case noire d6 · Fou noir sur case noire f6 · Pion noir sur case blanche g6 · Cavalier blanc sur case noire a5 · Cavalier noir sur case blanche f5 · Pion blanc sur case noire b4 · Pion blanc sur case noire d4 · Pion noir sur case noire h4 · Pion blanc sur case noire a3 · Roi blanc sur case blanche d3 · Pion blanc sur case blanche f3 · Pion blanc sur case blanche h3 · Tour blanche sur case blanche c2 · Fou blanc sur case noire d2 · Cavalier blanc sur case blanche e2 · Pion blanc sur case blanche g2 · Tour blanche sur case noire c1 | Tour noire sur case blanche c8 · Tour noire sur case noire c7 · Roi noir sur case blanche d7 · Pion noir sur case noire e7 · Fou noir sur case blanche f7 · Pion noir sur case blanche a6 · Pion noir sur case blanche c6 · Pion noir sur case noire d6 · Fou noir sur case noire f6 · Pion noir sur case blanche g6 · Cavalier blanc sur case noire a5 · Cavalier noir sur case blanche f5 · Pion blanc sur case noire b4 · Pion blanc sur case noire d4 · Pion noir sur case noire h4 · Pion blanc sur case noire a3 · Roi blanc sur case blanche d3 · Pion blanc sur case blanche f3 · Pion blanc sur case blanche h3 · Tour blanche sur case blanche c2 · Fou blanc sur case noire d2 · Cavalier blanc sur case blanche e2 · Pion blanc sur case blanche g2 · Tour blanche sur case noire c1 | Tour noire sur case blanche c8 · Tour noire sur case noire c7 · Roi noir sur case blanche d7 · Pion noir sur case noire e7 · Fou noir sur case blanche f7 · Pion noir sur case blanche a6 · Pion noir sur case blanche c6 · Pion noir sur case noire d6 · Fou noir sur case noire f6 · Pion noir sur case blanche g6 · Cavalier blanc sur case noire a5 · Cavalier noir sur case blanche f5 · Pion blanc sur case noire b4 · Pion blanc sur case noire d4 · Pion noir sur case noire h4 · Pion blanc sur case noire a3 · Roi blanc sur case blanche d3 · Pion blanc sur case blanche f3 · Pion blanc sur case blanche h3 · Tour blanche sur case blanche c2 · Fou blanc sur case noire d2 · Cavalier blanc sur case blanche e2 · Pion blanc sur case blanche g2 · Tour blanche sur case noire c1 | 7 |
| 6 | Tour noire sur case blanche c8 · Tour noire sur case noire c7 · Roi noir sur case blanche d7 · Pion noir sur case noire e7 · Fou noir sur case blanche f7 · Pion noir sur case blanche a6 · Pion noir sur case blanche c6 · Pion noir sur case noire d6 · Fou noir sur case noire f6 · Pion noir sur case blanche g6 · Cavalier blanc sur case noire a5 · Cavalier noir sur case blanche f5 · Pion blanc sur case noire b4 · Pion blanc sur case noire d4 · Pion noir sur case noire h4 · Pion blanc sur case noire a3 · Roi blanc sur case blanche d3 · Pion blanc sur case blanche f3 · Pion blanc sur case blanche h3 · Tour blanche sur case blanche c2 · Fou blanc sur case noire d2 · Cavalier blanc sur case blanche e2 · Pion blanc sur case blanche g2 · Tour blanche sur case noire c1 | Tour noire sur case blanche c8 · Tour noire sur case noire c7 · Roi noir sur case blanche d7 · Pion noir sur case noire e7 · Fou noir sur case blanche f7 · Pion noir sur case blanche a6 · Pion noir sur case blanche c6 · Pion noir sur case noire d6 · Fou noir sur case noire f6 · Pion noir sur case blanche g6 · Cavalier blanc sur case noire a5 · Cavalier noir sur case blanche f5 · Pion blanc sur case noire b4 · Pion blanc sur case noire d4 · Pion noir sur case noire h4 · Pion blanc sur case noire a3 · Roi blanc sur case blanche d3 · Pion blanc sur case blanche f3 · Pion blanc sur case blanche h3 · Tour blanche sur case blanche c2 · Fou blanc sur case noire d2 · Cavalier blanc sur case blanche e2 · Pion blanc sur case blanche g2 · Tour blanche sur case noire c1 | Tour noire sur case blanche c8 · Tour noire sur case noire c7 · Roi noir sur case blanche d7 · Pion noir sur case noire e7 · Fou noir sur case blanche f7 · Pion noir sur case blanche a6 · Pion noir sur case blanche c6 · Pion noir sur case noire d6 · Fou noir sur case noire f6 · Pion noir sur case blanche g6 · Cavalier blanc sur case noire a5 · Cavalier noir sur case blanche f5 · Pion blanc sur case noire b4 · Pion blanc sur case noire d4 · Pion noir sur case noire h4 · Pion blanc sur case noire a3 · Roi blanc sur case blanche d3 · Pion blanc sur case blanche f3 · Pion blanc sur case blanche h3 · Tour blanche sur case blanche c2 · Fou blanc sur case noire d2 · Cavalier blanc sur case blanche e2 · Pion blanc sur case blanche g2 · Tour blanche sur case noire c1 | Tour noire sur case blanche c8 · Tour noire sur case noire c7 · Roi noir sur case blanche d7 · Pion noir sur case noire e7 · Fou noir sur case blanche f7 · Pion noir sur case blanche a6 · Pion noir sur case blanche c6 · Pion noir sur case noire d6 · Fou noir sur case noire f6 · Pion noir sur case blanche g6 · Cavalier blanc sur case noire a5 · Cavalier noir sur case blanche f5 · Pion blanc sur case noire b4 · Pion blanc sur case noire d4 · Pion noir sur case noire h4 · Pion blanc sur case noire a3 · Roi blanc sur case blanche d3 · Pion blanc sur case blanche f3 · Pion blanc sur case blanche h3 · Tour blanche sur case blanche c2 · Fou blanc sur case noire d2 · Cavalier blanc sur case blanche e2 · Pion blanc sur case blanche g2 · Tour blanche sur case noire c1 | Tour noire sur case blanche c8 · Tour noire sur case noire c7 · Roi noir sur case blanche d7 · Pion noir sur case noire e7 · Fou noir sur case blanche f7 · Pion noir sur case blanche a6 · Pion noir sur case blanche c6 · Pion noir sur case noire d6 · Fou noir sur case noire f6 · Pion noir sur case blanche g6 · Cavalier blanc sur case noire a5 · Cavalier noir sur case blanche f5 · Pion blanc sur case noire b4 · Pion blanc sur case noire d4 · Pion noir sur case noire h4 · Pion blanc sur case noire a3 · Roi blanc sur case blanche d3 · Pion blanc sur case blanche f3 · Pion blanc sur case blanche h3 · Tour blanche sur case blanche c2 · Fou blanc sur case noire d2 · Cavalier blanc sur case blanche e2 · Pion blanc sur case blanche g2 · Tour blanche sur case noire c1 | Tour noire sur case blanche c8 · Tour noire sur case noire c7 · Roi noir sur case blanche d7 · Pion noir sur case noire e7 · Fou noir sur case blanche f7 · Pion noir sur case blanche a6 · Pion noir sur case blanche c6 · Pion noir sur case noire d6 · Fou noir sur case noire f6 · Pion noir sur case blanche g6 · Cavalier blanc sur case noire a5 · Cavalier noir sur case blanche f5 · Pion blanc sur case noire b4 · Pion blanc sur case noire d4 · Pion noir sur case noire h4 · Pion blanc sur case noire a3 · Roi blanc sur case blanche d3 · Pion blanc sur case blanche f3 · Pion blanc sur case blanche h3 · Tour blanche sur case blanche c2 · Fou blanc sur case noire d2 · Cavalier blanc sur case blanche e2 · Pion blanc sur case blanche g2 · Tour blanche sur case noire c1 | Tour noire sur case blanche c8 · Tour noire sur case noire c7 · Roi noir sur case blanche d7 · Pion noir sur case noire e7 · Fou noir sur case blanche f7 · Pion noir sur case blanche a6 · Pion noir sur case blanche c6 · Pion noir sur case noire d6 · Fou noir sur case noire f6 · Pion noir sur case blanche g6 · Cavalier blanc sur case noire a5 · Cavalier noir sur case blanche f5 · Pion blanc sur case noire b4 · Pion blanc sur case noire d4 · Pion noir sur case noire h4 · Pion blanc sur case noire a3 · Roi blanc sur case blanche d3 · Pion blanc sur case blanche f3 · Pion blanc sur case blanche h3 · Tour blanche sur case blanche c2 · Fou blanc sur case noire d2 · Cavalier blanc sur case blanche e2 · Pion blanc sur case blanche g2 · Tour blanche sur case noire c1 | Tour noire sur case blanche c8 · Tour noire sur case noire c7 · Roi noir sur case blanche d7 · Pion noir sur case noire e7 · Fou noir sur case blanche f7 · Pion noir sur case blanche a6 · Pion noir sur case blanche c6 · Pion noir sur case noire d6 · Fou noir sur case noire f6 · Pion noir sur case blanche g6 · Cavalier blanc sur case noire a5 · Cavalier noir sur case blanche f5 · Pion blanc sur case noire b4 · Pion blanc sur case noire d4 · Pion noir sur case noire h4 · Pion blanc sur case noire a3 · Roi blanc sur case blanche d3 · Pion blanc sur case blanche f3 · Pion blanc sur case blanche h3 · Tour blanche sur case blanche c2 · Fou blanc sur case noire d2 · Cavalier blanc sur case blanche e2 · Pion blanc sur case blanche g2 · Tour blanche sur case noire c1 | 6 |
| 5 | Tour noire sur case blanche c8 · Tour noire sur case noire c7 · Roi noir sur case blanche d7 · Pion noir sur case noire e7 · Fou noir sur case blanche f7 · Pion noir sur case blanche a6 · Pion noir sur case blanche c6 · Pion noir sur case noire d6 · Fou noir sur case noire f6 · Pion noir sur case blanche g6 · Cavalier blanc sur case noire a5 · Cavalier noir sur case blanche f5 · Pion blanc sur case noire b4 · Pion blanc sur case noire d4 · Pion noir sur case noire h4 · Pion blanc sur case noire a3 · Roi blanc sur case blanche d3 · Pion blanc sur case blanche f3 · Pion blanc sur case blanche h3 · Tour blanche sur case blanche c2 · Fou blanc sur case noire d2 · Cavalier blanc sur case blanche e2 · Pion blanc sur case blanche g2 · Tour blanche sur case noire c1 | Tour noire sur case blanche c8 · Tour noire sur case noire c7 · Roi noir sur case blanche d7 · Pion noir sur case noire e7 · Fou noir sur case blanche f7 · Pion noir sur case blanche a6 · Pion noir sur case blanche c6 · Pion noir sur case noire d6 · Fou noir sur case noire f6 · Pion noir sur case blanche g6 · Cavalier blanc sur case noire a5 · Cavalier noir sur case blanche f5 · Pion blanc sur case noire b4 · Pion blanc sur case noire d4 · Pion noir sur case noire h4 · Pion blanc sur case noire a3 · Roi blanc sur case blanche d3 · Pion blanc sur case blanche f3 · Pion blanc sur case blanche h3 · Tour blanche sur case blanche c2 · Fou blanc sur case noire d2 · Cavalier blanc sur case blanche e2 · Pion blanc sur case blanche g2 · Tour blanche sur case noire c1 | Tour noire sur case blanche c8 · Tour noire sur case noire c7 · Roi noir sur case blanche d7 · Pion noir sur case noire e7 · Fou noir sur case blanche f7 · Pion noir sur case blanche a6 · Pion noir sur case blanche c6 · Pion noir sur case noire d6 · Fou noir sur case noire f6 · Pion noir sur case blanche g6 · Cavalier blanc sur case noire a5 · Cavalier noir sur case blanche f5 · Pion blanc sur case noire b4 · Pion blanc sur case noire d4 · Pion noir sur case noire h4 · Pion blanc sur case noire a3 · Roi blanc sur case blanche d3 · Pion blanc sur case blanche f3 · Pion blanc sur case blanche h3 · Tour blanche sur case blanche c2 · Fou blanc sur case noire d2 · Cavalier blanc sur case blanche e2 · Pion blanc sur case blanche g2 · Tour blanche sur case noire c1 | Tour noire sur case blanche c8 · Tour noire sur case noire c7 · Roi noir sur case blanche d7 · Pion noir sur case noire e7 · Fou noir sur case blanche f7 · Pion noir sur case blanche a6 · Pion noir sur case blanche c6 · Pion noir sur case noire d6 · Fou noir sur case noire f6 · Pion noir sur case blanche g6 · Cavalier blanc sur case noire a5 · Cavalier noir sur case blanche f5 · Pion blanc sur case noire b4 · Pion blanc sur case noire d4 · Pion noir sur case noire h4 · Pion blanc sur case noire a3 · Roi blanc sur case blanche d3 · Pion blanc sur case blanche f3 · Pion blanc sur case blanche h3 · Tour blanche sur case blanche c2 · Fou blanc sur case noire d2 · Cavalier blanc sur case blanche e2 · Pion blanc sur case blanche g2 · Tour blanche sur case noire c1 | Tour noire sur case blanche c8 · Tour noire sur case noire c7 · Roi noir sur case blanche d7 · Pion noir sur case noire e7 · Fou noir sur case blanche f7 · Pion noir sur case blanche a6 · Pion noir sur case blanche c6 · Pion noir sur case noire d6 · Fou noir sur case noire f6 · Pion noir sur case blanche g6 · Cavalier blanc sur case noire a5 · Cavalier noir sur case blanche f5 · Pion blanc sur case noire b4 · Pion blanc sur case noire d4 · Pion noir sur case noire h4 · Pion blanc sur case noire a3 · Roi blanc sur case blanche d3 · Pion blanc sur case blanche f3 · Pion blanc sur case blanche h3 · Tour blanche sur case blanche c2 · Fou blanc sur case noire d2 · Cavalier blanc sur case blanche e2 · Pion blanc sur case blanche g2 · Tour blanche sur case noire c1 | Tour noire sur case blanche c8 · Tour noire sur case noire c7 · Roi noir sur case blanche d7 · Pion noir sur case noire e7 · Fou noir sur case blanche f7 · Pion noir sur case blanche a6 · Pion noir sur case blanche c6 · Pion noir sur case noire d6 · Fou noir sur case noire f6 · Pion noir sur case blanche g6 · Cavalier blanc sur case noire a5 · Cavalier noir sur case blanche f5 · Pion blanc sur case noire b4 · Pion blanc sur case noire d4 · Pion noir sur case noire h4 · Pion blanc sur case noire a3 · Roi blanc sur case blanche d3 · Pion blanc sur case blanche f3 · Pion blanc sur case blanche h3 · Tour blanche sur case blanche c2 · Fou blanc sur case noire d2 · Cavalier blanc sur case blanche e2 · Pion blanc sur case blanche g2 · Tour blanche sur case noire c1 | Tour noire sur case blanche c8 · Tour noire sur case noire c7 · Roi noir sur case blanche d7 · Pion noir sur case noire e7 · Fou noir sur case blanche f7 · Pion noir sur case blanche a6 · Pion noir sur case blanche c6 · Pion noir sur case noire d6 · Fou noir sur case noire f6 · Pion noir sur case blanche g6 · Cavalier blanc sur case noire a5 · Cavalier noir sur case blanche f5 · Pion blanc sur case noire b4 · Pion blanc sur case noire d4 · Pion noir sur case noire h4 · Pion blanc sur case noire a3 · Roi blanc sur case blanche d3 · Pion blanc sur case blanche f3 · Pion blanc sur case blanche h3 · Tour blanche sur case blanche c2 · Fou blanc sur case noire d2 · Cavalier blanc sur case blanche e2 · Pion blanc sur case blanche g2 · Tour blanche sur case noire c1 | Tour noire sur case blanche c8 · Tour noire sur case noire c7 · Roi noir sur case blanche d7 · Pion noir sur case noire e7 · Fou noir sur case blanche f7 · Pion noir sur case blanche a6 · Pion noir sur case blanche c6 · Pion noir sur case noire d6 · Fou noir sur case noire f6 · Pion noir sur case blanche g6 · Cavalier blanc sur case noire a5 · Cavalier noir sur case blanche f5 · Pion blanc sur case noire b4 · Pion blanc sur case noire d4 · Pion noir sur case noire h4 · Pion blanc sur case noire a3 · Roi blanc sur case blanche d3 · Pion blanc sur case blanche f3 · Pion blanc sur case blanche h3 · Tour blanche sur case blanche c2 · Fou blanc sur case noire d2 · Cavalier blanc sur case blanche e2 · Pion blanc sur case blanche g2 · Tour blanche sur case noire c1 | 5 |
| 4 | Tour noire sur case blanche c8 · Tour noire sur case noire c7 · Roi noir sur case blanche d7 · Pion noir sur case noire e7 · Fou noir sur case blanche f7 · Pion noir sur case blanche a6 · Pion noir sur case blanche c6 · Pion noir sur case noire d6 · Fou noir sur case noire f6 · Pion noir sur case blanche g6 · Cavalier blanc sur case noire a5 · Cavalier noir sur case blanche f5 · Pion blanc sur case noire b4 · Pion blanc sur case noire d4 · Pion noir sur case noire h4 · Pion blanc sur case noire a3 · Roi blanc sur case blanche d3 · Pion blanc sur case blanche f3 · Pion blanc sur case blanche h3 · Tour blanche sur case blanche c2 · Fou blanc sur case noire d2 · Cavalier blanc sur case blanche e2 · Pion blanc sur case blanche g2 · Tour blanche sur case noire c1 | Tour noire sur case blanche c8 · Tour noire sur case noire c7 · Roi noir sur case blanche d7 · Pion noir sur case noire e7 · Fou noir sur case blanche f7 · Pion noir sur case blanche a6 · Pion noir sur case blanche c6 · Pion noir sur case noire d6 · Fou noir sur case noire f6 · Pion noir sur case blanche g6 · Cavalier blanc sur case noire a5 · Cavalier noir sur case blanche f5 · Pion blanc sur case noire b4 · Pion blanc sur case noire d4 · Pion noir sur case noire h4 · Pion blanc sur case noire a3 · Roi blanc sur case blanche d3 · Pion blanc sur case blanche f3 · Pion blanc sur case blanche h3 · Tour blanche sur case blanche c2 · Fou blanc sur case noire d2 · Cavalier blanc sur case blanche e2 · Pion blanc sur case blanche g2 · Tour blanche sur case noire c1 | Tour noire sur case blanche c8 · Tour noire sur case noire c7 · Roi noir sur case blanche d7 · Pion noir sur case noire e7 · Fou noir sur case blanche f7 · Pion noir sur case blanche a6 · Pion noir sur case blanche c6 · Pion noir sur case noire d6 · Fou noir sur case noire f6 · Pion noir sur case blanche g6 · Cavalier blanc sur case noire a5 · Cavalier noir sur case blanche f5 · Pion blanc sur case noire b4 · Pion blanc sur case noire d4 · Pion noir sur case noire h4 · Pion blanc sur case noire a3 · Roi blanc sur case blanche d3 · Pion blanc sur case blanche f3 · Pion blanc sur case blanche h3 · Tour blanche sur case blanche c2 · Fou blanc sur case noire d2 · Cavalier blanc sur case blanche e2 · Pion blanc sur case blanche g2 · Tour blanche sur case noire c1 | Tour noire sur case blanche c8 · Tour noire sur case noire c7 · Roi noir sur case blanche d7 · Pion noir sur case noire e7 · Fou noir sur case blanche f7 · Pion noir sur case blanche a6 · Pion noir sur case blanche c6 · Pion noir sur case noire d6 · Fou noir sur case noire f6 · Pion noir sur case blanche g6 · Cavalier blanc sur case noire a5 · Cavalier noir sur case blanche f5 · Pion blanc sur case noire b4 · Pion blanc sur case noire d4 · Pion noir sur case noire h4 · Pion blanc sur case noire a3 · Roi blanc sur case blanche d3 · Pion blanc sur case blanche f3 · Pion blanc sur case blanche h3 · Tour blanche sur case blanche c2 · Fou blanc sur case noire d2 · Cavalier blanc sur case blanche e2 · Pion blanc sur case blanche g2 · Tour blanche sur case noire c1 | Tour noire sur case blanche c8 · Tour noire sur case noire c7 · Roi noir sur case blanche d7 · Pion noir sur case noire e7 · Fou noir sur case blanche f7 · Pion noir sur case blanche a6 · Pion noir sur case blanche c6 · Pion noir sur case noire d6 · Fou noir sur case noire f6 · Pion noir sur case blanche g6 · Cavalier blanc sur case noire a5 · Cavalier noir sur case blanche f5 · Pion blanc sur case noire b4 · Pion blanc sur case noire d4 · Pion noir sur case noire h4 · Pion blanc sur case noire a3 · Roi blanc sur case blanche d3 · Pion blanc sur case blanche f3 · Pion blanc sur case blanche h3 · Tour blanche sur case blanche c2 · Fou blanc sur case noire d2 · Cavalier blanc sur case blanche e2 · Pion blanc sur case blanche g2 · Tour blanche sur case noire c1 | Tour noire sur case blanche c8 · Tour noire sur case noire c7 · Roi noir sur case blanche d7 · Pion noir sur case noire e7 · Fou noir sur case blanche f7 · Pion noir sur case blanche a6 · Pion noir sur case blanche c6 · Pion noir sur case noire d6 · Fou noir sur case noire f6 · Pion noir sur case blanche g6 · Cavalier blanc sur case noire a5 · Cavalier noir sur case blanche f5 · Pion blanc sur case noire b4 · Pion blanc sur case noire d4 · Pion noir sur case noire h4 · Pion blanc sur case noire a3 · Roi blanc sur case blanche d3 · Pion blanc sur case blanche f3 · Pion blanc sur case blanche h3 · Tour blanche sur case blanche c2 · Fou blanc sur case noire d2 · Cavalier blanc sur case blanche e2 · Pion blanc sur case blanche g2 · Tour blanche sur case noire c1 | Tour noire sur case blanche c8 · Tour noire sur case noire c7 · Roi noir sur case blanche d7 · Pion noir sur case noire e7 · Fou noir sur case blanche f7 · Pion noir sur case blanche a6 · Pion noir sur case blanche c6 · Pion noir sur case noire d6 · Fou noir sur case noire f6 · Pion noir sur case blanche g6 · Cavalier blanc sur case noire a5 · Cavalier noir sur case blanche f5 · Pion blanc sur case noire b4 · Pion blanc sur case noire d4 · Pion noir sur case noire h4 · Pion blanc sur case noire a3 · Roi blanc sur case blanche d3 · Pion blanc sur case blanche f3 · Pion blanc sur case blanche h3 · Tour blanche sur case blanche c2 · Fou blanc sur case noire d2 · Cavalier blanc sur case blanche e2 · Pion blanc sur case blanche g2 · Tour blanche sur case noire c1 | Tour noire sur case blanche c8 · Tour noire sur case noire c7 · Roi noir sur case blanche d7 · Pion noir sur case noire e7 · Fou noir sur case blanche f7 · Pion noir sur case blanche a6 · Pion noir sur case blanche c6 · Pion noir sur case noire d6 · Fou noir sur case noire f6 · Pion noir sur case blanche g6 · Cavalier blanc sur case noire a5 · Cavalier noir sur case blanche f5 · Pion blanc sur case noire b4 · Pion blanc sur case noire d4 · Pion noir sur case noire h4 · Pion blanc sur case noire a3 · Roi blanc sur case blanche d3 · Pion blanc sur case blanche f3 · Pion blanc sur case blanche h3 · Tour blanche sur case blanche c2 · Fou blanc sur case noire d2 · Cavalier blanc sur case blanche e2 · Pion blanc sur case blanche g2 · Tour blanche sur case noire c1 | 4 |
| 3 | Tour noire sur case blanche c8 · Tour noire sur case noire c7 · Roi noir sur case blanche d7 · Pion noir sur case noire e7 · Fou noir sur case blanche f7 · Pion noir sur case blanche a6 · Pion noir sur case blanche c6 · Pion noir sur case noire d6 · Fou noir sur case noire f6 · Pion noir sur case blanche g6 · Cavalier blanc sur case noire a5 · Cavalier noir sur case blanche f5 · Pion blanc sur case noire b4 · Pion blanc sur case noire d4 · Pion noir sur case noire h4 · Pion blanc sur case noire a3 · Roi blanc sur case blanche d3 · Pion blanc sur case blanche f3 · Pion blanc sur case blanche h3 · Tour blanche sur case blanche c2 · Fou blanc sur case noire d2 · Cavalier blanc sur case blanche e2 · Pion blanc sur case blanche g2 · Tour blanche sur case noire c1 | Tour noire sur case blanche c8 · Tour noire sur case noire c7 · Roi noir sur case blanche d7 · Pion noir sur case noire e7 · Fou noir sur case blanche f7 · Pion noir sur case blanche a6 · Pion noir sur case blanche c6 · Pion noir sur case noire d6 · Fou noir sur case noire f6 · Pion noir sur case blanche g6 · Cavalier blanc sur case noire a5 · Cavalier noir sur case blanche f5 · Pion blanc sur case noire b4 · Pion blanc sur case noire d4 · Pion noir sur case noire h4 · Pion blanc sur case noire a3 · Roi blanc sur case blanche d3 · Pion blanc sur case blanche f3 · Pion blanc sur case blanche h3 · Tour blanche sur case blanche c2 · Fou blanc sur case noire d2 · Cavalier blanc sur case blanche e2 · Pion blanc sur case blanche g2 · Tour blanche sur case noire c1 | Tour noire sur case blanche c8 · Tour noire sur case noire c7 · Roi noir sur case blanche d7 · Pion noir sur case noire e7 · Fou noir sur case blanche f7 · Pion noir sur case blanche a6 · Pion noir sur case blanche c6 · Pion noir sur case noire d6 · Fou noir sur case noire f6 · Pion noir sur case blanche g6 · Cavalier blanc sur case noire a5 · Cavalier noir sur case blanche f5 · Pion blanc sur case noire b4 · Pion blanc sur case noire d4 · Pion noir sur case noire h4 · Pion blanc sur case noire a3 · Roi blanc sur case blanche d3 · Pion blanc sur case blanche f3 · Pion blanc sur case blanche h3 · Tour blanche sur case blanche c2 · Fou blanc sur case noire d2 · Cavalier blanc sur case blanche e2 · Pion blanc sur case blanche g2 · Tour blanche sur case noire c1 | Tour noire sur case blanche c8 · Tour noire sur case noire c7 · Roi noir sur case blanche d7 · Pion noir sur case noire e7 · Fou noir sur case blanche f7 · Pion noir sur case blanche a6 · Pion noir sur case blanche c6 · Pion noir sur case noire d6 · Fou noir sur case noire f6 · Pion noir sur case blanche g6 · Cavalier blanc sur case noire a5 · Cavalier noir sur case blanche f5 · Pion blanc sur case noire b4 · Pion blanc sur case noire d4 · Pion noir sur case noire h4 · Pion blanc sur case noire a3 · Roi blanc sur case blanche d3 · Pion blanc sur case blanche f3 · Pion blanc sur case blanche h3 · Tour blanche sur case blanche c2 · Fou blanc sur case noire d2 · Cavalier blanc sur case blanche e2 · Pion blanc sur case blanche g2 · Tour blanche sur case noire c1 | Tour noire sur case blanche c8 · Tour noire sur case noire c7 · Roi noir sur case blanche d7 · Pion noir sur case noire e7 · Fou noir sur case blanche f7 · Pion noir sur case blanche a6 · Pion noir sur case blanche c6 · Pion noir sur case noire d6 · Fou noir sur case noire f6 · Pion noir sur case blanche g6 · Cavalier blanc sur case noire a5 · Cavalier noir sur case blanche f5 · Pion blanc sur case noire b4 · Pion blanc sur case noire d4 · Pion noir sur case noire h4 · Pion blanc sur case noire a3 · Roi blanc sur case blanche d3 · Pion blanc sur case blanche f3 · Pion blanc sur case blanche h3 · Tour blanche sur case blanche c2 · Fou blanc sur case noire d2 · Cavalier blanc sur case blanche e2 · Pion blanc sur case blanche g2 · Tour blanche sur case noire c1 | Tour noire sur case blanche c8 · Tour noire sur case noire c7 · Roi noir sur case blanche d7 · Pion noir sur case noire e7 · Fou noir sur case blanche f7 · Pion noir sur case blanche a6 · Pion noir sur case blanche c6 · Pion noir sur case noire d6 · Fou noir sur case noire f6 · Pion noir sur case blanche g6 · Cavalier blanc sur case noire a5 · Cavalier noir sur case blanche f5 · Pion blanc sur case noire b4 · Pion blanc sur case noire d4 · Pion noir sur case noire h4 · Pion blanc sur case noire a3 · Roi blanc sur case blanche d3 · Pion blanc sur case blanche f3 · Pion blanc sur case blanche h3 · Tour blanche sur case blanche c2 · Fou blanc sur case noire d2 · Cavalier blanc sur case blanche e2 · Pion blanc sur case blanche g2 · Tour blanche sur case noire c1 | Tour noire sur case blanche c8 · Tour noire sur case noire c7 · Roi noir sur case blanche d7 · Pion noir sur case noire e7 · Fou noir sur case blanche f7 · Pion noir sur case blanche a6 · Pion noir sur case blanche c6 · Pion noir sur case noire d6 · Fou noir sur case noire f6 · Pion noir sur case blanche g6 · Cavalier blanc sur case noire a5 · Cavalier noir sur case blanche f5 · Pion blanc sur case noire b4 · Pion blanc sur case noire d4 · Pion noir sur case noire h4 · Pion blanc sur case noire a3 · Roi blanc sur case blanche d3 · Pion blanc sur case blanche f3 · Pion blanc sur case blanche h3 · Tour blanche sur case blanche c2 · Fou blanc sur case noire d2 · Cavalier blanc sur case blanche e2 · Pion blanc sur case blanche g2 · Tour blanche sur case noire c1 | Tour noire sur case blanche c8 · Tour noire sur case noire c7 · Roi noir sur case blanche d7 · Pion noir sur case noire e7 · Fou noir sur case blanche f7 · Pion noir sur case blanche a6 · Pion noir sur case blanche c6 · Pion noir sur case noire d6 · Fou noir sur case noire f6 · Pion noir sur case blanche g6 · Cavalier blanc sur case noire a5 · Cavalier noir sur case blanche f5 · Pion blanc sur case noire b4 · Pion blanc sur case noire d4 · Pion noir sur case noire h4 · Pion blanc sur case noire a3 · Roi blanc sur case blanche d3 · Pion blanc sur case blanche f3 · Pion blanc sur case blanche h3 · Tour blanche sur case blanche c2 · Fou blanc sur case noire d2 · Cavalier blanc sur case blanche e2 · Pion blanc sur case blanche g2 · Tour blanche sur case noire c1 | 3 |
| 2 | Tour noire sur case blanche c8 · Tour noire sur case noire c7 · Roi noir sur case blanche d7 · Pion noir sur case noire e7 · Fou noir sur case blanche f7 · Pion noir sur case blanche a6 · Pion noir sur case blanche c6 · Pion noir sur case noire d6 · Fou noir sur case noire f6 · Pion noir sur case blanche g6 · Cavalier blanc sur case noire a5 · Cavalier noir sur case blanche f5 · Pion blanc sur case noire b4 · Pion blanc sur case noire d4 · Pion noir sur case noire h4 · Pion blanc sur case noire a3 · Roi blanc sur case blanche d3 · Pion blanc sur case blanche f3 · Pion blanc sur case blanche h3 · Tour blanche sur case blanche c2 · Fou blanc sur case noire d2 · Cavalier blanc sur case blanche e2 · Pion blanc sur case blanche g2 · Tour blanche sur case noire c1 | Tour noire sur case blanche c8 · Tour noire sur case noire c7 · Roi noir sur case blanche d7 · Pion noir sur case noire e7 · Fou noir sur case blanche f7 · Pion noir sur case blanche a6 · Pion noir sur case blanche c6 · Pion noir sur case noire d6 · Fou noir sur case noire f6 · Pion noir sur case blanche g6 · Cavalier blanc sur case noire a5 · Cavalier noir sur case blanche f5 · Pion blanc sur case noire b4 · Pion blanc sur case noire d4 · Pion noir sur case noire h4 · Pion blanc sur case noire a3 · Roi blanc sur case blanche d3 · Pion blanc sur case blanche f3 · Pion blanc sur case blanche h3 · Tour blanche sur case blanche c2 · Fou blanc sur case noire d2 · Cavalier blanc sur case blanche e2 · Pion blanc sur case blanche g2 · Tour blanche sur case noire c1 | Tour noire sur case blanche c8 · Tour noire sur case noire c7 · Roi noir sur case blanche d7 · Pion noir sur case noire e7 · Fou noir sur case blanche f7 · Pion noir sur case blanche a6 · Pion noir sur case blanche c6 · Pion noir sur case noire d6 · Fou noir sur case noire f6 · Pion noir sur case blanche g6 · Cavalier blanc sur case noire a5 · Cavalier noir sur case blanche f5 · Pion blanc sur case noire b4 · Pion blanc sur case noire d4 · Pion noir sur case noire h4 · Pion blanc sur case noire a3 · Roi blanc sur case blanche d3 · Pion blanc sur case blanche f3 · Pion blanc sur case blanche h3 · Tour blanche sur case blanche c2 · Fou blanc sur case noire d2 · Cavalier blanc sur case blanche e2 · Pion blanc sur case blanche g2 · Tour blanche sur case noire c1 | Tour noire sur case blanche c8 · Tour noire sur case noire c7 · Roi noir sur case blanche d7 · Pion noir sur case noire e7 · Fou noir sur case blanche f7 · Pion noir sur case blanche a6 · Pion noir sur case blanche c6 · Pion noir sur case noire d6 · Fou noir sur case noire f6 · Pion noir sur case blanche g6 · Cavalier blanc sur case noire a5 · Cavalier noir sur case blanche f5 · Pion blanc sur case noire b4 · Pion blanc sur case noire d4 · Pion noir sur case noire h4 · Pion blanc sur case noire a3 · Roi blanc sur case blanche d3 · Pion blanc sur case blanche f3 · Pion blanc sur case blanche h3 · Tour blanche sur case blanche c2 · Fou blanc sur case noire d2 · Cavalier blanc sur case blanche e2 · Pion blanc sur case blanche g2 · Tour blanche sur case noire c1 | Tour noire sur case blanche c8 · Tour noire sur case noire c7 · Roi noir sur case blanche d7 · Pion noir sur case noire e7 · Fou noir sur case blanche f7 · Pion noir sur case blanche a6 · Pion noir sur case blanche c6 · Pion noir sur case noire d6 · Fou noir sur case noire f6 · Pion noir sur case blanche g6 · Cavalier blanc sur case noire a5 · Cavalier noir sur case blanche f5 · Pion blanc sur case noire b4 · Pion blanc sur case noire d4 · Pion noir sur case noire h4 · Pion blanc sur case noire a3 · Roi blanc sur case blanche d3 · Pion blanc sur case blanche f3 · Pion blanc sur case blanche h3 · Tour blanche sur case blanche c2 · Fou blanc sur case noire d2 · Cavalier blanc sur case blanche e2 · Pion blanc sur case blanche g2 · Tour blanche sur case noire c1 | Tour noire sur case blanche c8 · Tour noire sur case noire c7 · Roi noir sur case blanche d7 · Pion noir sur case noire e7 · Fou noir sur case blanche f7 · Pion noir sur case blanche a6 · Pion noir sur case blanche c6 · Pion noir sur case noire d6 · Fou noir sur case noire f6 · Pion noir sur case blanche g6 · Cavalier blanc sur case noire a5 · Cavalier noir sur case blanche f5 · Pion blanc sur case noire b4 · Pion blanc sur case noire d4 · Pion noir sur case noire h4 · Pion blanc sur case noire a3 · Roi blanc sur case blanche d3 · Pion blanc sur case blanche f3 · Pion blanc sur case blanche h3 · Tour blanche sur case blanche c2 · Fou blanc sur case noire d2 · Cavalier blanc sur case blanche e2 · Pion blanc sur case blanche g2 · Tour blanche sur case noire c1 | Tour noire sur case blanche c8 · Tour noire sur case noire c7 · Roi noir sur case blanche d7 · Pion noir sur case noire e7 · Fou noir sur case blanche f7 · Pion noir sur case blanche a6 · Pion noir sur case blanche c6 · Pion noir sur case noire d6 · Fou noir sur case noire f6 · Pion noir sur case blanche g6 · Cavalier blanc sur case noire a5 · Cavalier noir sur case blanche f5 · Pion blanc sur case noire b4 · Pion blanc sur case noire d4 · Pion noir sur case noire h4 · Pion blanc sur case noire a3 · Roi blanc sur case blanche d3 · Pion blanc sur case blanche f3 · Pion blanc sur case blanche h3 · Tour blanche sur case blanche c2 · Fou blanc sur case noire d2 · Cavalier blanc sur case blanche e2 · Pion blanc sur case blanche g2 · Tour blanche sur case noire c1 | Tour noire sur case blanche c8 · Tour noire sur case noire c7 · Roi noir sur case blanche d7 · Pion noir sur case noire e7 · Fou noir sur case blanche f7 · Pion noir sur case blanche a6 · Pion noir sur case blanche c6 · Pion noir sur case noire d6 · Fou noir sur case noire f6 · Pion noir sur case blanche g6 · Cavalier blanc sur case noire a5 · Cavalier noir sur case blanche f5 · Pion blanc sur case noire b4 · Pion blanc sur case noire d4 · Pion noir sur case noire h4 · Pion blanc sur case noire a3 · Roi blanc sur case blanche d3 · Pion blanc sur case blanche f3 · Pion blanc sur case blanche h3 · Tour blanche sur case blanche c2 · Fou blanc sur case noire d2 · Cavalier blanc sur case blanche e2 · Pion blanc sur case blanche g2 · Tour blanche sur case noire c1 | 2 |
| 1 | Tour noire sur case blanche c8 · Tour noire sur case noire c7 · Roi noir sur case blanche d7 · Pion noir sur case noire e7 · Fou noir sur case blanche f7 · Pion noir sur case blanche a6 · Pion noir sur case blanche c6 · Pion noir sur case noire d6 · Fou noir sur case noire f6 · Pion noir sur case blanche g6 · Cavalier blanc sur case noire a5 · Cavalier noir sur case blanche f5 · Pion blanc sur case noire b4 · Pion blanc sur case noire d4 · Pion noir sur case noire h4 · Pion blanc sur case noire a3 · Roi blanc sur case blanche d3 · Pion blanc sur case blanche f3 · Pion blanc sur case blanche h3 · Tour blanche sur case blanche c2 · Fou blanc sur case noire d2 · Cavalier blanc sur case blanche e2 · Pion blanc sur case blanche g2 · Tour blanche sur case noire c1 | Tour noire sur case blanche c8 · Tour noire sur case noire c7 · Roi noir sur case blanche d7 · Pion noir sur case noire e7 · Fou noir sur case blanche f7 · Pion noir sur case blanche a6 · Pion noir sur case blanche c6 · Pion noir sur case noire d6 · Fou noir sur case noire f6 · Pion noir sur case blanche g6 · Cavalier blanc sur case noire a5 · Cavalier noir sur case blanche f5 · Pion blanc sur case noire b4 · Pion blanc sur case noire d4 · Pion noir sur case noire h4 · Pion blanc sur case noire a3 · Roi blanc sur case blanche d3 · Pion blanc sur case blanche f3 · Pion blanc sur case blanche h3 · Tour blanche sur case blanche c2 · Fou blanc sur case noire d2 · Cavalier blanc sur case blanche e2 · Pion blanc sur case blanche g2 · Tour blanche sur case noire c1 | Tour noire sur case blanche c8 · Tour noire sur case noire c7 · Roi noir sur case blanche d7 · Pion noir sur case noire e7 · Fou noir sur case blanche f7 · Pion noir sur case blanche a6 · Pion noir sur case blanche c6 · Pion noir sur case noire d6 · Fou noir sur case noire f6 · Pion noir sur case blanche g6 · Cavalier blanc sur case noire a5 · Cavalier noir sur case blanche f5 · Pion blanc sur case noire b4 · Pion blanc sur case noire d4 · Pion noir sur case noire h4 · Pion blanc sur case noire a3 · Roi blanc sur case blanche d3 · Pion blanc sur case blanche f3 · Pion blanc sur case blanche h3 · Tour blanche sur case blanche c2 · Fou blanc sur case noire d2 · Cavalier blanc sur case blanche e2 · Pion blanc sur case blanche g2 · Tour blanche sur case noire c1 | Tour noire sur case blanche c8 · Tour noire sur case noire c7 · Roi noir sur case blanche d7 · Pion noir sur case noire e7 · Fou noir sur case blanche f7 · Pion noir sur case blanche a6 · Pion noir sur case blanche c6 · Pion noir sur case noire d6 · Fou noir sur case noire f6 · Pion noir sur case blanche g6 · Cavalier blanc sur case noire a5 · Cavalier noir sur case blanche f5 · Pion blanc sur case noire b4 · Pion blanc sur case noire d4 · Pion noir sur case noire h4 · Pion blanc sur case noire a3 · Roi blanc sur case blanche d3 · Pion blanc sur case blanche f3 · Pion blanc sur case blanche h3 · Tour blanche sur case blanche c2 · Fou blanc sur case noire d2 · Cavalier blanc sur case blanche e2 · Pion blanc sur case blanche g2 · Tour blanche sur case noire c1 | Tour noire sur case blanche c8 · Tour noire sur case noire c7 · Roi noir sur case blanche d7 · Pion noir sur case noire e7 · Fou noir sur case blanche f7 · Pion noir sur case blanche a6 · Pion noir sur case blanche c6 · Pion noir sur case noire d6 · Fou noir sur case noire f6 · Pion noir sur case blanche g6 · Cavalier blanc sur case noire a5 · Cavalier noir sur case blanche f5 · Pion blanc sur case noire b4 · Pion blanc sur case noire d4 · Pion noir sur case noire h4 · Pion blanc sur case noire a3 · Roi blanc sur case blanche d3 · Pion blanc sur case blanche f3 · Pion blanc sur case blanche h3 · Tour blanche sur case blanche c2 · Fou blanc sur case noire d2 · Cavalier blanc sur case blanche e2 · Pion blanc sur case blanche g2 · Tour blanche sur case noire c1 | Tour noire sur case blanche c8 · Tour noire sur case noire c7 · Roi noir sur case blanche d7 · Pion noir sur case noire e7 · Fou noir sur case blanche f7 · Pion noir sur case blanche a6 · Pion noir sur case blanche c6 · Pion noir sur case noire d6 · Fou noir sur case noire f6 · Pion noir sur case blanche g6 · Cavalier blanc sur case noire a5 · Cavalier noir sur case blanche f5 · Pion blanc sur case noire b4 · Pion blanc sur case noire d4 · Pion noir sur case noire h4 · Pion blanc sur case noire a3 · Roi blanc sur case blanche d3 · Pion blanc sur case blanche f3 · Pion blanc sur case blanche h3 · Tour blanche sur case blanche c2 · Fou blanc sur case noire d2 · Cavalier blanc sur case blanche e2 · Pion blanc sur case blanche g2 · Tour blanche sur case noire c1 | Tour noire sur case blanche c8 · Tour noire sur case noire c7 · Roi noir sur case blanche d7 · Pion noir sur case noire e7 · Fou noir sur case blanche f7 · Pion noir sur case blanche a6 · Pion noir sur case blanche c6 · Pion noir sur case noire d6 · Fou noir sur case noire f6 · Pion noir sur case blanche g6 · Cavalier blanc sur case noire a5 · Cavalier noir sur case blanche f5 · Pion blanc sur case noire b4 · Pion blanc sur case noire d4 · Pion noir sur case noire h4 · Pion blanc sur case noire a3 · Roi blanc sur case blanche d3 · Pion blanc sur case blanche f3 · Pion blanc sur case blanche h3 · Tour blanche sur case blanche c2 · Fou blanc sur case noire d2 · Cavalier blanc sur case blanche e2 · Pion blanc sur case blanche g2 · Tour blanche sur case noire c1 | Tour noire sur case blanche c8 · Tour noire sur case noire c7 · Roi noir sur case blanche d7 · Pion noir sur case noire e7 · Fou noir sur case blanche f7 · Pion noir sur case blanche a6 · Pion noir sur case blanche c6 · Pion noir sur case noire d6 · Fou noir sur case noire f6 · Pion noir sur case blanche g6 · Cavalier blanc sur case noire a5 · Cavalier noir sur case blanche f5 · Pion blanc sur case noire b4 · Pion blanc sur case noire d4 · Pion noir sur case noire h4 · Pion blanc sur case noire a3 · Roi blanc sur case blanche d3 · Pion blanc sur case blanche f3 · Pion blanc sur case blanche h3 · Tour blanche sur case blanche c2 · Fou blanc sur case noire d2 · Cavalier blanc sur case blanche e2 · Pion blanc sur case blanche g2 · Tour blanche sur case noire c1 | 1 |
|   | a | b | c | d | e | f | g | h |   |

1er octobre. Fischer aurait pu garder un léger avantage avec 14.Dxa6 Fxa6 15.Ca5! Tfc8 16.Fe3 Tab8 17.b3 f5 18.exf5 gxf5 19.Tac1 (Matulović). 
Fischer–Spassky, partie 13 ; Défense sicilienne, attaque Rossolimo (ECO B31) 

1.e4 c5 2.Cf3 Cc6 3.Fb5 g6 4.Fxc6 bxc6 5.0-0 Fg7 6.Te1 f6 7.c3 Ch6 8.d4 cxd4 9.cxd4 0-0 10.Cc3 d6 11.Da4 Db6 12.Cd2 Cf7 13.Cc4 Da6 14.Fe3 Dxa4 15.Cxa4 f5 16.exf5 Fxf5 17.Tac1 Tfc8 18.Ca5 Fd7 19.b3 Tab8 20.Cc3 Rf8 21.a3 Ch6 22.b4 Cf5 23.Ted1 Re8 24.Ce4 Tb5 25.h3 h5 26.Td2 a6 27.Rf1 Td5 28.Tcd1 Tb5 29.Re2 Fe6 30.Tc1 Rd7 31.Cc3 Tbb8 32.Rf1 h4 33.Re2 Ff6 34.Ce4 Fd5 35.Rd3 Fg7 36.Tdc2 Tc7 37.Te1 Tf8 38.f3 Tb8 39.Cc3 Fg8 40.Ce2 Ff7 41.Fd2 Ff6 42.Tec1 Tbc8 (diagramme) 43.Cc4 Tb7 44.Ca5 Tbc7 45.Cc4 Tb7 ½–½

#### Partie 14: Spassky ½ Fischer ½ (Gambit dame accepté classique)
|   | a | b | c | d | e | f | g | h |   |
| 8 | Tour noire sur case blanche a8 · Tour noire sur case blanche c8 · Roi noir sur case blanche g8 · Fou noir sur case blanche b7 · Cavalier noir sur case blanche d7 · Pion noir sur case blanche f7 · Pion noir sur case noire g7 · Pion noir sur case blanche h7 · Pion noir sur case blanche a6 · Pion noir sur case blanche e6 · Cavalier noir sur case noire f6 · Pion noir sur case blanche b5 · Fou noir sur case noire c5 · Pion blanc sur case blanche b3 · Pion blanc sur case noire e3 · Cavalier blanc sur case blanche f3 · Pion blanc sur case blanche a2 · Fou blanc sur case noire b2 · Cavalier blanc sur case noire d2 · Fou blanc sur case blanche e2 · Pion blanc sur case noire f2 · Pion blanc sur case blanche g2 · Pion blanc sur case noire h2 · Tour blanche sur case noire c1 · Tour blanche sur case blanche d1 · Roi blanc sur case noire g1 | Tour noire sur case blanche a8 · Tour noire sur case blanche c8 · Roi noir sur case blanche g8 · Fou noir sur case blanche b7 · Cavalier noir sur case blanche d7 · Pion noir sur case blanche f7 · Pion noir sur case noire g7 · Pion noir sur case blanche h7 · Pion noir sur case blanche a6 · Pion noir sur case blanche e6 · Cavalier noir sur case noire f6 · Pion noir sur case blanche b5 · Fou noir sur case noire c5 · Pion blanc sur case blanche b3 · Pion blanc sur case noire e3 · Cavalier blanc sur case blanche f3 · Pion blanc sur case blanche a2 · Fou blanc sur case noire b2 · Cavalier blanc sur case noire d2 · Fou blanc sur case blanche e2 · Pion blanc sur case noire f2 · Pion blanc sur case blanche g2 · Pion blanc sur case noire h2 · Tour blanche sur case noire c1 · Tour blanche sur case blanche d1 · Roi blanc sur case noire g1 | Tour noire sur case blanche a8 · Tour noire sur case blanche c8 · Roi noir sur case blanche g8 · Fou noir sur case blanche b7 · Cavalier noir sur case blanche d7 · Pion noir sur case blanche f7 · Pion noir sur case noire g7 · Pion noir sur case blanche h7 · Pion noir sur case blanche a6 · Pion noir sur case blanche e6 · Cavalier noir sur case noire f6 · Pion noir sur case blanche b5 · Fou noir sur case noire c5 · Pion blanc sur case blanche b3 · Pion blanc sur case noire e3 · Cavalier blanc sur case blanche f3 · Pion blanc sur case blanche a2 · Fou blanc sur case noire b2 · Cavalier blanc sur case noire d2 · Fou blanc sur case blanche e2 · Pion blanc sur case noire f2 · Pion blanc sur case blanche g2 · Pion blanc sur case noire h2 · Tour blanche sur case noire c1 · Tour blanche sur case blanche d1 · Roi blanc sur case noire g1 | Tour noire sur case blanche a8 · Tour noire sur case blanche c8 · Roi noir sur case blanche g8 · Fou noir sur case blanche b7 · Cavalier noir sur case blanche d7 · Pion noir sur case blanche f7 · Pion noir sur case noire g7 · Pion noir sur case blanche h7 · Pion noir sur case blanche a6 · Pion noir sur case blanche e6 · Cavalier noir sur case noire f6 · Pion noir sur case blanche b5 · Fou noir sur case noire c5 · Pion blanc sur case blanche b3 · Pion blanc sur case noire e3 · Cavalier blanc sur case blanche f3 · Pion blanc sur case blanche a2 · Fou blanc sur case noire b2 · Cavalier blanc sur case noire d2 · Fou blanc sur case blanche e2 · Pion blanc sur case noire f2 · Pion blanc sur case blanche g2 · Pion blanc sur case noire h2 · Tour blanche sur case noire c1 · Tour blanche sur case blanche d1 · Roi blanc sur case noire g1 | Tour noire sur case blanche a8 · Tour noire sur case blanche c8 · Roi noir sur case blanche g8 · Fou noir sur case blanche b7 · Cavalier noir sur case blanche d7 · Pion noir sur case blanche f7 · Pion noir sur case noire g7 · Pion noir sur case blanche h7 · Pion noir sur case blanche a6 · Pion noir sur case blanche e6 · Cavalier noir sur case noire f6 · Pion noir sur case blanche b5 · Fou noir sur case noire c5 · Pion blanc sur case blanche b3 · Pion blanc sur case noire e3 · Cavalier blanc sur case blanche f3 · Pion blanc sur case blanche a2 · Fou blanc sur case noire b2 · Cavalier blanc sur case noire d2 · Fou blanc sur case blanche e2 · Pion blanc sur case noire f2 · Pion blanc sur case blanche g2 · Pion blanc sur case noire h2 · Tour blanche sur case noire c1 · Tour blanche sur case blanche d1 · Roi blanc sur case noire g1 | Tour noire sur case blanche a8 · Tour noire sur case blanche c8 · Roi noir sur case blanche g8 · Fou noir sur case blanche b7 · Cavalier noir sur case blanche d7 · Pion noir sur case blanche f7 · Pion noir sur case noire g7 · Pion noir sur case blanche h7 · Pion noir sur case blanche a6 · Pion noir sur case blanche e6 · Cavalier noir sur case noire f6 · Pion noir sur case blanche b5 · Fou noir sur case noire c5 · Pion blanc sur case blanche b3 · Pion blanc sur case noire e3 · Cavalier blanc sur case blanche f3 · Pion blanc sur case blanche a2 · Fou blanc sur case noire b2 · Cavalier blanc sur case noire d2 · Fou blanc sur case blanche e2 · Pion blanc sur case noire f2 · Pion blanc sur case blanche g2 · Pion blanc sur case noire h2 · Tour blanche sur case noire c1 · Tour blanche sur case blanche d1 · Roi blanc sur case noire g1 | Tour noire sur case blanche a8 · Tour noire sur case blanche c8 · Roi noir sur case blanche g8 · Fou noir sur case blanche b7 · Cavalier noir sur case blanche d7 · Pion noir sur case blanche f7 · Pion noir sur case noire g7 · Pion noir sur case blanche h7 · Pion noir sur case blanche a6 · Pion noir sur case blanche e6 · Cavalier noir sur case noire f6 · Pion noir sur case blanche b5 · Fou noir sur case noire c5 · Pion blanc sur case blanche b3 · Pion blanc sur case noire e3 · Cavalier blanc sur case blanche f3 · Pion blanc sur case blanche a2 · Fou blanc sur case noire b2 · Cavalier blanc sur case noire d2 · Fou blanc sur case blanche e2 · Pion blanc sur case noire f2 · Pion blanc sur case blanche g2 · Pion blanc sur case noire h2 · Tour blanche sur case noire c1 · Tour blanche sur case blanche d1 · Roi blanc sur case noire g1 | Tour noire sur case blanche a8 · Tour noire sur case blanche c8 · Roi noir sur case blanche g8 · Fou noir sur case blanche b7 · Cavalier noir sur case blanche d7 · Pion noir sur case blanche f7 · Pion noir sur case noire g7 · Pion noir sur case blanche h7 · Pion noir sur case blanche a6 · Pion noir sur case blanche e6 · Cavalier noir sur case noire f6 · Pion noir sur case blanche b5 · Fou noir sur case noire c5 · Pion blanc sur case blanche b3 · Pion blanc sur case noire e3 · Cavalier blanc sur case blanche f3 · Pion blanc sur case blanche a2 · Fou blanc sur case noire b2 · Cavalier blanc sur case noire d2 · Fou blanc sur case blanche e2 · Pion blanc sur case noire f2 · Pion blanc sur case blanche g2 · Pion blanc sur case noire h2 · Tour blanche sur case noire c1 · Tour blanche sur case blanche d1 · Roi blanc sur case noire g1 | 8 |
| 7 | Tour noire sur case blanche a8 · Tour noire sur case blanche c8 · Roi noir sur case blanche g8 · Fou noir sur case blanche b7 · Cavalier noir sur case blanche d7 · Pion noir sur case blanche f7 · Pion noir sur case noire g7 · Pion noir sur case blanche h7 · Pion noir sur case blanche a6 · Pion noir sur case blanche e6 · Cavalier noir sur case noire f6 · Pion noir sur case blanche b5 · Fou noir sur case noire c5 · Pion blanc sur case blanche b3 · Pion blanc sur case noire e3 · Cavalier blanc sur case blanche f3 · Pion blanc sur case blanche a2 · Fou blanc sur case noire b2 · Cavalier blanc sur case noire d2 · Fou blanc sur case blanche e2 · Pion blanc sur case noire f2 · Pion blanc sur case blanche g2 · Pion blanc sur case noire h2 · Tour blanche sur case noire c1 · Tour blanche sur case blanche d1 · Roi blanc sur case noire g1 | Tour noire sur case blanche a8 · Tour noire sur case blanche c8 · Roi noir sur case blanche g8 · Fou noir sur case blanche b7 · Cavalier noir sur case blanche d7 · Pion noir sur case blanche f7 · Pion noir sur case noire g7 · Pion noir sur case blanche h7 · Pion noir sur case blanche a6 · Pion noir sur case blanche e6 · Cavalier noir sur case noire f6 · Pion noir sur case blanche b5 · Fou noir sur case noire c5 · Pion blanc sur case blanche b3 · Pion blanc sur case noire e3 · Cavalier blanc sur case blanche f3 · Pion blanc sur case blanche a2 · Fou blanc sur case noire b2 · Cavalier blanc sur case noire d2 · Fou blanc sur case blanche e2 · Pion blanc sur case noire f2 · Pion blanc sur case blanche g2 · Pion blanc sur case noire h2 · Tour blanche sur case noire c1 · Tour blanche sur case blanche d1 · Roi blanc sur case noire g1 | Tour noire sur case blanche a8 · Tour noire sur case blanche c8 · Roi noir sur case blanche g8 · Fou noir sur case blanche b7 · Cavalier noir sur case blanche d7 · Pion noir sur case blanche f7 · Pion noir sur case noire g7 · Pion noir sur case blanche h7 · Pion noir sur case blanche a6 · Pion noir sur case blanche e6 · Cavalier noir sur case noire f6 · Pion noir sur case blanche b5 · Fou noir sur case noire c5 · Pion blanc sur case blanche b3 · Pion blanc sur case noire e3 · Cavalier blanc sur case blanche f3 · Pion blanc sur case blanche a2 · Fou blanc sur case noire b2 · Cavalier blanc sur case noire d2 · Fou blanc sur case blanche e2 · Pion blanc sur case noire f2 · Pion blanc sur case blanche g2 · Pion blanc sur case noire h2 · Tour blanche sur case noire c1 · Tour blanche sur case blanche d1 · Roi blanc sur case noire g1 | Tour noire sur case blanche a8 · Tour noire sur case blanche c8 · Roi noir sur case blanche g8 · Fou noir sur case blanche b7 · Cavalier noir sur case blanche d7 · Pion noir sur case blanche f7 · Pion noir sur case noire g7 · Pion noir sur case blanche h7 · Pion noir sur case blanche a6 · Pion noir sur case blanche e6 · Cavalier noir sur case noire f6 · Pion noir sur case blanche b5 · Fou noir sur case noire c5 · Pion blanc sur case blanche b3 · Pion blanc sur case noire e3 · Cavalier blanc sur case blanche f3 · Pion blanc sur case blanche a2 · Fou blanc sur case noire b2 · Cavalier blanc sur case noire d2 · Fou blanc sur case blanche e2 · Pion blanc sur case noire f2 · Pion blanc sur case blanche g2 · Pion blanc sur case noire h2 · Tour blanche sur case noire c1 · Tour blanche sur case blanche d1 · Roi blanc sur case noire g1 | Tour noire sur case blanche a8 · Tour noire sur case blanche c8 · Roi noir sur case blanche g8 · Fou noir sur case blanche b7 · Cavalier noir sur case blanche d7 · Pion noir sur case blanche f7 · Pion noir sur case noire g7 · Pion noir sur case blanche h7 · Pion noir sur case blanche a6 · Pion noir sur case blanche e6 · Cavalier noir sur case noire f6 · Pion noir sur case blanche b5 · Fou noir sur case noire c5 · Pion blanc sur case blanche b3 · Pion blanc sur case noire e3 · Cavalier blanc sur case blanche f3 · Pion blanc sur case blanche a2 · Fou blanc sur case noire b2 · Cavalier blanc sur case noire d2 · Fou blanc sur case blanche e2 · Pion blanc sur case noire f2 · Pion blanc sur case blanche g2 · Pion blanc sur case noire h2 · Tour blanche sur case noire c1 · Tour blanche sur case blanche d1 · Roi blanc sur case noire g1 | Tour noire sur case blanche a8 · Tour noire sur case blanche c8 · Roi noir sur case blanche g8 · Fou noir sur case blanche b7 · Cavalier noir sur case blanche d7 · Pion noir sur case blanche f7 · Pion noir sur case noire g7 · Pion noir sur case blanche h7 · Pion noir sur case blanche a6 · Pion noir sur case blanche e6 · Cavalier noir sur case noire f6 · Pion noir sur case blanche b5 · Fou noir sur case noire c5 · Pion blanc sur case blanche b3 · Pion blanc sur case noire e3 · Cavalier blanc sur case blanche f3 · Pion blanc sur case blanche a2 · Fou blanc sur case noire b2 · Cavalier blanc sur case noire d2 · Fou blanc sur case blanche e2 · Pion blanc sur case noire f2 · Pion blanc sur case blanche g2 · Pion blanc sur case noire h2 · Tour blanche sur case noire c1 · Tour blanche sur case blanche d1 · Roi blanc sur case noire g1 | Tour noire sur case blanche a8 · Tour noire sur case blanche c8 · Roi noir sur case blanche g8 · Fou noir sur case blanche b7 · Cavalier noir sur case blanche d7 · Pion noir sur case blanche f7 · Pion noir sur case noire g7 · Pion noir sur case blanche h7 · Pion noir sur case blanche a6 · Pion noir sur case blanche e6 · Cavalier noir sur case noire f6 · Pion noir sur case blanche b5 · Fou noir sur case noire c5 · Pion blanc sur case blanche b3 · Pion blanc sur case noire e3 · Cavalier blanc sur case blanche f3 · Pion blanc sur case blanche a2 · Fou blanc sur case noire b2 · Cavalier blanc sur case noire d2 · Fou blanc sur case blanche e2 · Pion blanc sur case noire f2 · Pion blanc sur case blanche g2 · Pion blanc sur case noire h2 · Tour blanche sur case noire c1 · Tour blanche sur case blanche d1 · Roi blanc sur case noire g1 | Tour noire sur case blanche a8 · Tour noire sur case blanche c8 · Roi noir sur case blanche g8 · Fou noir sur case blanche b7 · Cavalier noir sur case blanche d7 · Pion noir sur case blanche f7 · Pion noir sur case noire g7 · Pion noir sur case blanche h7 · Pion noir sur case blanche a6 · Pion noir sur case blanche e6 · Cavalier noir sur case noire f6 · Pion noir sur case blanche b5 · Fou noir sur case noire c5 · Pion blanc sur case blanche b3 · Pion blanc sur case noire e3 · Cavalier blanc sur case blanche f3 · Pion blanc sur case blanche a2 · Fou blanc sur case noire b2 · Cavalier blanc sur case noire d2 · Fou blanc sur case blanche e2 · Pion blanc sur case noire f2 · Pion blanc sur case blanche g2 · Pion blanc sur case noire h2 · Tour blanche sur case noire c1 · Tour blanche sur case blanche d1 · Roi blanc sur case noire g1 | 7 |
| 6 | Tour noire sur case blanche a8 · Tour noire sur case blanche c8 · Roi noir sur case blanche g8 · Fou noir sur case blanche b7 · Cavalier noir sur case blanche d7 · Pion noir sur case blanche f7 · Pion noir sur case noire g7 · Pion noir sur case blanche h7 · Pion noir sur case blanche a6 · Pion noir sur case blanche e6 · Cavalier noir sur case noire f6 · Pion noir sur case blanche b5 · Fou noir sur case noire c5 · Pion blanc sur case blanche b3 · Pion blanc sur case noire e3 · Cavalier blanc sur case blanche f3 · Pion blanc sur case blanche a2 · Fou blanc sur case noire b2 · Cavalier blanc sur case noire d2 · Fou blanc sur case blanche e2 · Pion blanc sur case noire f2 · Pion blanc sur case blanche g2 · Pion blanc sur case noire h2 · Tour blanche sur case noire c1 · Tour blanche sur case blanche d1 · Roi blanc sur case noire g1 | Tour noire sur case blanche a8 · Tour noire sur case blanche c8 · Roi noir sur case blanche g8 · Fou noir sur case blanche b7 · Cavalier noir sur case blanche d7 · Pion noir sur case blanche f7 · Pion noir sur case noire g7 · Pion noir sur case blanche h7 · Pion noir sur case blanche a6 · Pion noir sur case blanche e6 · Cavalier noir sur case noire f6 · Pion noir sur case blanche b5 · Fou noir sur case noire c5 · Pion blanc sur case blanche b3 · Pion blanc sur case noire e3 · Cavalier blanc sur case blanche f3 · Pion blanc sur case blanche a2 · Fou blanc sur case noire b2 · Cavalier blanc sur case noire d2 · Fou blanc sur case blanche e2 · Pion blanc sur case noire f2 · Pion blanc sur case blanche g2 · Pion blanc sur case noire h2 · Tour blanche sur case noire c1 · Tour blanche sur case blanche d1 · Roi blanc sur case noire g1 | Tour noire sur case blanche a8 · Tour noire sur case blanche c8 · Roi noir sur case blanche g8 · Fou noir sur case blanche b7 · Cavalier noir sur case blanche d7 · Pion noir sur case blanche f7 · Pion noir sur case noire g7 · Pion noir sur case blanche h7 · Pion noir sur case blanche a6 · Pion noir sur case blanche e6 · Cavalier noir sur case noire f6 · Pion noir sur case blanche b5 · Fou noir sur case noire c5 · Pion blanc sur case blanche b3 · Pion blanc sur case noire e3 · Cavalier blanc sur case blanche f3 · Pion blanc sur case blanche a2 · Fou blanc sur case noire b2 · Cavalier blanc sur case noire d2 · Fou blanc sur case blanche e2 · Pion blanc sur case noire f2 · Pion blanc sur case blanche g2 · Pion blanc sur case noire h2 · Tour blanche sur case noire c1 · Tour blanche sur case blanche d1 · Roi blanc sur case noire g1 | Tour noire sur case blanche a8 · Tour noire sur case blanche c8 · Roi noir sur case blanche g8 · Fou noir sur case blanche b7 · Cavalier noir sur case blanche d7 · Pion noir sur case blanche f7 · Pion noir sur case noire g7 · Pion noir sur case blanche h7 · Pion noir sur case blanche a6 · Pion noir sur case blanche e6 · Cavalier noir sur case noire f6 · Pion noir sur case blanche b5 · Fou noir sur case noire c5 · Pion blanc sur case blanche b3 · Pion blanc sur case noire e3 · Cavalier blanc sur case blanche f3 · Pion blanc sur case blanche a2 · Fou blanc sur case noire b2 · Cavalier blanc sur case noire d2 · Fou blanc sur case blanche e2 · Pion blanc sur case noire f2 · Pion blanc sur case blanche g2 · Pion blanc sur case noire h2 · Tour blanche sur case noire c1 · Tour blanche sur case blanche d1 · Roi blanc sur case noire g1 | Tour noire sur case blanche a8 · Tour noire sur case blanche c8 · Roi noir sur case blanche g8 · Fou noir sur case blanche b7 · Cavalier noir sur case blanche d7 · Pion noir sur case blanche f7 · Pion noir sur case noire g7 · Pion noir sur case blanche h7 · Pion noir sur case blanche a6 · Pion noir sur case blanche e6 · Cavalier noir sur case noire f6 · Pion noir sur case blanche b5 · Fou noir sur case noire c5 · Pion blanc sur case blanche b3 · Pion blanc sur case noire e3 · Cavalier blanc sur case blanche f3 · Pion blanc sur case blanche a2 · Fou blanc sur case noire b2 · Cavalier blanc sur case noire d2 · Fou blanc sur case blanche e2 · Pion blanc sur case noire f2 · Pion blanc sur case blanche g2 · Pion blanc sur case noire h2 · Tour blanche sur case noire c1 · Tour blanche sur case blanche d1 · Roi blanc sur case noire g1 | Tour noire sur case blanche a8 · Tour noire sur case blanche c8 · Roi noir sur case blanche g8 · Fou noir sur case blanche b7 · Cavalier noir sur case blanche d7 · Pion noir sur case blanche f7 · Pion noir sur case noire g7 · Pion noir sur case blanche h7 · Pion noir sur case blanche a6 · Pion noir sur case blanche e6 · Cavalier noir sur case noire f6 · Pion noir sur case blanche b5 · Fou noir sur case noire c5 · Pion blanc sur case blanche b3 · Pion blanc sur case noire e3 · Cavalier blanc sur case blanche f3 · Pion blanc sur case blanche a2 · Fou blanc sur case noire b2 · Cavalier blanc sur case noire d2 · Fou blanc sur case blanche e2 · Pion blanc sur case noire f2 · Pion blanc sur case blanche g2 · Pion blanc sur case noire h2 · Tour blanche sur case noire c1 · Tour blanche sur case blanche d1 · Roi blanc sur case noire g1 | Tour noire sur case blanche a8 · Tour noire sur case blanche c8 · Roi noir sur case blanche g8 · Fou noir sur case blanche b7 · Cavalier noir sur case blanche d7 · Pion noir sur case blanche f7 · Pion noir sur case noire g7 · Pion noir sur case blanche h7 · Pion noir sur case blanche a6 · Pion noir sur case blanche e6 · Cavalier noir sur case noire f6 · Pion noir sur case blanche b5 · Fou noir sur case noire c5 · Pion blanc sur case blanche b3 · Pion blanc sur case noire e3 · Cavalier blanc sur case blanche f3 · Pion blanc sur case blanche a2 · Fou blanc sur case noire b2 · Cavalier blanc sur case noire d2 · Fou blanc sur case blanche e2 · Pion blanc sur case noire f2 · Pion blanc sur case blanche g2 · Pion blanc sur case noire h2 · Tour blanche sur case noire c1 · Tour blanche sur case blanche d1 · Roi blanc sur case noire g1 | Tour noire sur case blanche a8 · Tour noire sur case blanche c8 · Roi noir sur case blanche g8 · Fou noir sur case blanche b7 · Cavalier noir sur case blanche d7 · Pion noir sur case blanche f7 · Pion noir sur case noire g7 · Pion noir sur case blanche h7 · Pion noir sur case blanche a6 · Pion noir sur case blanche e6 · Cavalier noir sur case noire f6 · Pion noir sur case blanche b5 · Fou noir sur case noire c5 · Pion blanc sur case blanche b3 · Pion blanc sur case noire e3 · Cavalier blanc sur case blanche f3 · Pion blanc sur case blanche a2 · Fou blanc sur case noire b2 · Cavalier blanc sur case noire d2 · Fou blanc sur case blanche e2 · Pion blanc sur case noire f2 · Pion blanc sur case blanche g2 · Pion blanc sur case noire h2 · Tour blanche sur case noire c1 · Tour blanche sur case blanche d1 · Roi blanc sur case noire g1 | 6 |
| 5 | Tour noire sur case blanche a8 · Tour noire sur case blanche c8 · Roi noir sur case blanche g8 · Fou noir sur case blanche b7 · Cavalier noir sur case blanche d7 · Pion noir sur case blanche f7 · Pion noir sur case noire g7 · Pion noir sur case blanche h7 · Pion noir sur case blanche a6 · Pion noir sur case blanche e6 · Cavalier noir sur case noire f6 · Pion noir sur case blanche b5 · Fou noir sur case noire c5 · Pion blanc sur case blanche b3 · Pion blanc sur case noire e3 · Cavalier blanc sur case blanche f3 · Pion blanc sur case blanche a2 · Fou blanc sur case noire b2 · Cavalier blanc sur case noire d2 · Fou blanc sur case blanche e2 · Pion blanc sur case noire f2 · Pion blanc sur case blanche g2 · Pion blanc sur case noire h2 · Tour blanche sur case noire c1 · Tour blanche sur case blanche d1 · Roi blanc sur case noire g1 | Tour noire sur case blanche a8 · Tour noire sur case blanche c8 · Roi noir sur case blanche g8 · Fou noir sur case blanche b7 · Cavalier noir sur case blanche d7 · Pion noir sur case blanche f7 · Pion noir sur case noire g7 · Pion noir sur case blanche h7 · Pion noir sur case blanche a6 · Pion noir sur case blanche e6 · Cavalier noir sur case noire f6 · Pion noir sur case blanche b5 · Fou noir sur case noire c5 · Pion blanc sur case blanche b3 · Pion blanc sur case noire e3 · Cavalier blanc sur case blanche f3 · Pion blanc sur case blanche a2 · Fou blanc sur case noire b2 · Cavalier blanc sur case noire d2 · Fou blanc sur case blanche e2 · Pion blanc sur case noire f2 · Pion blanc sur case blanche g2 · Pion blanc sur case noire h2 · Tour blanche sur case noire c1 · Tour blanche sur case blanche d1 · Roi blanc sur case noire g1 | Tour noire sur case blanche a8 · Tour noire sur case blanche c8 · Roi noir sur case blanche g8 · Fou noir sur case blanche b7 · Cavalier noir sur case blanche d7 · Pion noir sur case blanche f7 · Pion noir sur case noire g7 · Pion noir sur case blanche h7 · Pion noir sur case blanche a6 · Pion noir sur case blanche e6 · Cavalier noir sur case noire f6 · Pion noir sur case blanche b5 · Fou noir sur case noire c5 · Pion blanc sur case blanche b3 · Pion blanc sur case noire e3 · Cavalier blanc sur case blanche f3 · Pion blanc sur case blanche a2 · Fou blanc sur case noire b2 · Cavalier blanc sur case noire d2 · Fou blanc sur case blanche e2 · Pion blanc sur case noire f2 · Pion blanc sur case blanche g2 · Pion blanc sur case noire h2 · Tour blanche sur case noire c1 · Tour blanche sur case blanche d1 · Roi blanc sur case noire g1 | Tour noire sur case blanche a8 · Tour noire sur case blanche c8 · Roi noir sur case blanche g8 · Fou noir sur case blanche b7 · Cavalier noir sur case blanche d7 · Pion noir sur case blanche f7 · Pion noir sur case noire g7 · Pion noir sur case blanche h7 · Pion noir sur case blanche a6 · Pion noir sur case blanche e6 · Cavalier noir sur case noire f6 · Pion noir sur case blanche b5 · Fou noir sur case noire c5 · Pion blanc sur case blanche b3 · Pion blanc sur case noire e3 · Cavalier blanc sur case blanche f3 · Pion blanc sur case blanche a2 · Fou blanc sur case noire b2 · Cavalier blanc sur case noire d2 · Fou blanc sur case blanche e2 · Pion blanc sur case noire f2 · Pion blanc sur case blanche g2 · Pion blanc sur case noire h2 · Tour blanche sur case noire c1 · Tour blanche sur case blanche d1 · Roi blanc sur case noire g1 | Tour noire sur case blanche a8 · Tour noire sur case blanche c8 · Roi noir sur case blanche g8 · Fou noir sur case blanche b7 · Cavalier noir sur case blanche d7 · Pion noir sur case blanche f7 · Pion noir sur case noire g7 · Pion noir sur case blanche h7 · Pion noir sur case blanche a6 · Pion noir sur case blanche e6 · Cavalier noir sur case noire f6 · Pion noir sur case blanche b5 · Fou noir sur case noire c5 · Pion blanc sur case blanche b3 · Pion blanc sur case noire e3 · Cavalier blanc sur case blanche f3 · Pion blanc sur case blanche a2 · Fou blanc sur case noire b2 · Cavalier blanc sur case noire d2 · Fou blanc sur case blanche e2 · Pion blanc sur case noire f2 · Pion blanc sur case blanche g2 · Pion blanc sur case noire h2 · Tour blanche sur case noire c1 · Tour blanche sur case blanche d1 · Roi blanc sur case noire g1 | Tour noire sur case blanche a8 · Tour noire sur case blanche c8 · Roi noir sur case blanche g8 · Fou noir sur case blanche b7 · Cavalier noir sur case blanche d7 · Pion noir sur case blanche f7 · Pion noir sur case noire g7 · Pion noir sur case blanche h7 · Pion noir sur case blanche a6 · Pion noir sur case blanche e6 · Cavalier noir sur case noire f6 · Pion noir sur case blanche b5 · Fou noir sur case noire c5 · Pion blanc sur case blanche b3 · Pion blanc sur case noire e3 · Cavalier blanc sur case blanche f3 · Pion blanc sur case blanche a2 · Fou blanc sur case noire b2 · Cavalier blanc sur case noire d2 · Fou blanc sur case blanche e2 · Pion blanc sur case noire f2 · Pion blanc sur case blanche g2 · Pion blanc sur case noire h2 · Tour blanche sur case noire c1 · Tour blanche sur case blanche d1 · Roi blanc sur case noire g1 | Tour noire sur case blanche a8 · Tour noire sur case blanche c8 · Roi noir sur case blanche g8 · Fou noir sur case blanche b7 · Cavalier noir sur case blanche d7 · Pion noir sur case blanche f7 · Pion noir sur case noire g7 · Pion noir sur case blanche h7 · Pion noir sur case blanche a6 · Pion noir sur case blanche e6 · Cavalier noir sur case noire f6 · Pion noir sur case blanche b5 · Fou noir sur case noire c5 · Pion blanc sur case blanche b3 · Pion blanc sur case noire e3 · Cavalier blanc sur case blanche f3 · Pion blanc sur case blanche a2 · Fou blanc sur case noire b2 · Cavalier blanc sur case noire d2 · Fou blanc sur case blanche e2 · Pion blanc sur case noire f2 · Pion blanc sur case blanche g2 · Pion blanc sur case noire h2 · Tour blanche sur case noire c1 · Tour blanche sur case blanche d1 · Roi blanc sur case noire g1 | Tour noire sur case blanche a8 · Tour noire sur case blanche c8 · Roi noir sur case blanche g8 · Fou noir sur case blanche b7 · Cavalier noir sur case blanche d7 · Pion noir sur case blanche f7 · Pion noir sur case noire g7 · Pion noir sur case blanche h7 · Pion noir sur case blanche a6 · Pion noir sur case blanche e6 · Cavalier noir sur case noire f6 · Pion noir sur case blanche b5 · Fou noir sur case noire c5 · Pion blanc sur case blanche b3 · Pion blanc sur case noire e3 · Cavalier blanc sur case blanche f3 · Pion blanc sur case blanche a2 · Fou blanc sur case noire b2 · Cavalier blanc sur case noire d2 · Fou blanc sur case blanche e2 · Pion blanc sur case noire f2 · Pion blanc sur case blanche g2 · Pion blanc sur case noire h2 · Tour blanche sur case noire c1 · Tour blanche sur case blanche d1 · Roi blanc sur case noire g1 | 5 |
| 4 | Tour noire sur case blanche a8 · Tour noire sur case blanche c8 · Roi noir sur case blanche g8 · Fou noir sur case blanche b7 · Cavalier noir sur case blanche d7 · Pion noir sur case blanche f7 · Pion noir sur case noire g7 · Pion noir sur case blanche h7 · Pion noir sur case blanche a6 · Pion noir sur case blanche e6 · Cavalier noir sur case noire f6 · Pion noir sur case blanche b5 · Fou noir sur case noire c5 · Pion blanc sur case blanche b3 · Pion blanc sur case noire e3 · Cavalier blanc sur case blanche f3 · Pion blanc sur case blanche a2 · Fou blanc sur case noire b2 · Cavalier blanc sur case noire d2 · Fou blanc sur case blanche e2 · Pion blanc sur case noire f2 · Pion blanc sur case blanche g2 · Pion blanc sur case noire h2 · Tour blanche sur case noire c1 · Tour blanche sur case blanche d1 · Roi blanc sur case noire g1 | Tour noire sur case blanche a8 · Tour noire sur case blanche c8 · Roi noir sur case blanche g8 · Fou noir sur case blanche b7 · Cavalier noir sur case blanche d7 · Pion noir sur case blanche f7 · Pion noir sur case noire g7 · Pion noir sur case blanche h7 · Pion noir sur case blanche a6 · Pion noir sur case blanche e6 · Cavalier noir sur case noire f6 · Pion noir sur case blanche b5 · Fou noir sur case noire c5 · Pion blanc sur case blanche b3 · Pion blanc sur case noire e3 · Cavalier blanc sur case blanche f3 · Pion blanc sur case blanche a2 · Fou blanc sur case noire b2 · Cavalier blanc sur case noire d2 · Fou blanc sur case blanche e2 · Pion blanc sur case noire f2 · Pion blanc sur case blanche g2 · Pion blanc sur case noire h2 · Tour blanche sur case noire c1 · Tour blanche sur case blanche d1 · Roi blanc sur case noire g1 | Tour noire sur case blanche a8 · Tour noire sur case blanche c8 · Roi noir sur case blanche g8 · Fou noir sur case blanche b7 · Cavalier noir sur case blanche d7 · Pion noir sur case blanche f7 · Pion noir sur case noire g7 · Pion noir sur case blanche h7 · Pion noir sur case blanche a6 · Pion noir sur case blanche e6 · Cavalier noir sur case noire f6 · Pion noir sur case blanche b5 · Fou noir sur case noire c5 · Pion blanc sur case blanche b3 · Pion blanc sur case noire e3 · Cavalier blanc sur case blanche f3 · Pion blanc sur case blanche a2 · Fou blanc sur case noire b2 · Cavalier blanc sur case noire d2 · Fou blanc sur case blanche e2 · Pion blanc sur case noire f2 · Pion blanc sur case blanche g2 · Pion blanc sur case noire h2 · Tour blanche sur case noire c1 · Tour blanche sur case blanche d1 · Roi blanc sur case noire g1 | Tour noire sur case blanche a8 · Tour noire sur case blanche c8 · Roi noir sur case blanche g8 · Fou noir sur case blanche b7 · Cavalier noir sur case blanche d7 · Pion noir sur case blanche f7 · Pion noir sur case noire g7 · Pion noir sur case blanche h7 · Pion noir sur case blanche a6 · Pion noir sur case blanche e6 · Cavalier noir sur case noire f6 · Pion noir sur case blanche b5 · Fou noir sur case noire c5 · Pion blanc sur case blanche b3 · Pion blanc sur case noire e3 · Cavalier blanc sur case blanche f3 · Pion blanc sur case blanche a2 · Fou blanc sur case noire b2 · Cavalier blanc sur case noire d2 · Fou blanc sur case blanche e2 · Pion blanc sur case noire f2 · Pion blanc sur case blanche g2 · Pion blanc sur case noire h2 · Tour blanche sur case noire c1 · Tour blanche sur case blanche d1 · Roi blanc sur case noire g1 | Tour noire sur case blanche a8 · Tour noire sur case blanche c8 · Roi noir sur case blanche g8 · Fou noir sur case blanche b7 · Cavalier noir sur case blanche d7 · Pion noir sur case blanche f7 · Pion noir sur case noire g7 · Pion noir sur case blanche h7 · Pion noir sur case blanche a6 · Pion noir sur case blanche e6 · Cavalier noir sur case noire f6 · Pion noir sur case blanche b5 · Fou noir sur case noire c5 · Pion blanc sur case blanche b3 · Pion blanc sur case noire e3 · Cavalier blanc sur case blanche f3 · Pion blanc sur case blanche a2 · Fou blanc sur case noire b2 · Cavalier blanc sur case noire d2 · Fou blanc sur case blanche e2 · Pion blanc sur case noire f2 · Pion blanc sur case blanche g2 · Pion blanc sur case noire h2 · Tour blanche sur case noire c1 · Tour blanche sur case blanche d1 · Roi blanc sur case noire g1 | Tour noire sur case blanche a8 · Tour noire sur case blanche c8 · Roi noir sur case blanche g8 · Fou noir sur case blanche b7 · Cavalier noir sur case blanche d7 · Pion noir sur case blanche f7 · Pion noir sur case noire g7 · Pion noir sur case blanche h7 · Pion noir sur case blanche a6 · Pion noir sur case blanche e6 · Cavalier noir sur case noire f6 · Pion noir sur case blanche b5 · Fou noir sur case noire c5 · Pion blanc sur case blanche b3 · Pion blanc sur case noire e3 · Cavalier blanc sur case blanche f3 · Pion blanc sur case blanche a2 · Fou blanc sur case noire b2 · Cavalier blanc sur case noire d2 · Fou blanc sur case blanche e2 · Pion blanc sur case noire f2 · Pion blanc sur case blanche g2 · Pion blanc sur case noire h2 · Tour blanche sur case noire c1 · Tour blanche sur case blanche d1 · Roi blanc sur case noire g1 | Tour noire sur case blanche a8 · Tour noire sur case blanche c8 · Roi noir sur case blanche g8 · Fou noir sur case blanche b7 · Cavalier noir sur case blanche d7 · Pion noir sur case blanche f7 · Pion noir sur case noire g7 · Pion noir sur case blanche h7 · Pion noir sur case blanche a6 · Pion noir sur case blanche e6 · Cavalier noir sur case noire f6 · Pion noir sur case blanche b5 · Fou noir sur case noire c5 · Pion blanc sur case blanche b3 · Pion blanc sur case noire e3 · Cavalier blanc sur case blanche f3 · Pion blanc sur case blanche a2 · Fou blanc sur case noire b2 · Cavalier blanc sur case noire d2 · Fou blanc sur case blanche e2 · Pion blanc sur case noire f2 · Pion blanc sur case blanche g2 · Pion blanc sur case noire h2 · Tour blanche sur case noire c1 · Tour blanche sur case blanche d1 · Roi blanc sur case noire g1 | Tour noire sur case blanche a8 · Tour noire sur case blanche c8 · Roi noir sur case blanche g8 · Fou noir sur case blanche b7 · Cavalier noir sur case blanche d7 · Pion noir sur case blanche f7 · Pion noir sur case noire g7 · Pion noir sur case blanche h7 · Pion noir sur case blanche a6 · Pion noir sur case blanche e6 · Cavalier noir sur case noire f6 · Pion noir sur case blanche b5 · Fou noir sur case noire c5 · Pion blanc sur case blanche b3 · Pion blanc sur case noire e3 · Cavalier blanc sur case blanche f3 · Pion blanc sur case blanche a2 · Fou blanc sur case noire b2 · Cavalier blanc sur case noire d2 · Fou blanc sur case blanche e2 · Pion blanc sur case noire f2 · Pion blanc sur case blanche g2 · Pion blanc sur case noire h2 · Tour blanche sur case noire c1 · Tour blanche sur case blanche d1 · Roi blanc sur case noire g1 | 4 |
| 3 | Tour noire sur case blanche a8 · Tour noire sur case blanche c8 · Roi noir sur case blanche g8 · Fou noir sur case blanche b7 · Cavalier noir sur case blanche d7 · Pion noir sur case blanche f7 · Pion noir sur case noire g7 · Pion noir sur case blanche h7 · Pion noir sur case blanche a6 · Pion noir sur case blanche e6 · Cavalier noir sur case noire f6 · Pion noir sur case blanche b5 · Fou noir sur case noire c5 · Pion blanc sur case blanche b3 · Pion blanc sur case noire e3 · Cavalier blanc sur case blanche f3 · Pion blanc sur case blanche a2 · Fou blanc sur case noire b2 · Cavalier blanc sur case noire d2 · Fou blanc sur case blanche e2 · Pion blanc sur case noire f2 · Pion blanc sur case blanche g2 · Pion blanc sur case noire h2 · Tour blanche sur case noire c1 · Tour blanche sur case blanche d1 · Roi blanc sur case noire g1 | Tour noire sur case blanche a8 · Tour noire sur case blanche c8 · Roi noir sur case blanche g8 · Fou noir sur case blanche b7 · Cavalier noir sur case blanche d7 · Pion noir sur case blanche f7 · Pion noir sur case noire g7 · Pion noir sur case blanche h7 · Pion noir sur case blanche a6 · Pion noir sur case blanche e6 · Cavalier noir sur case noire f6 · Pion noir sur case blanche b5 · Fou noir sur case noire c5 · Pion blanc sur case blanche b3 · Pion blanc sur case noire e3 · Cavalier blanc sur case blanche f3 · Pion blanc sur case blanche a2 · Fou blanc sur case noire b2 · Cavalier blanc sur case noire d2 · Fou blanc sur case blanche e2 · Pion blanc sur case noire f2 · Pion blanc sur case blanche g2 · Pion blanc sur case noire h2 · Tour blanche sur case noire c1 · Tour blanche sur case blanche d1 · Roi blanc sur case noire g1 | Tour noire sur case blanche a8 · Tour noire sur case blanche c8 · Roi noir sur case blanche g8 · Fou noir sur case blanche b7 · Cavalier noir sur case blanche d7 · Pion noir sur case blanche f7 · Pion noir sur case noire g7 · Pion noir sur case blanche h7 · Pion noir sur case blanche a6 · Pion noir sur case blanche e6 · Cavalier noir sur case noire f6 · Pion noir sur case blanche b5 · Fou noir sur case noire c5 · Pion blanc sur case blanche b3 · Pion blanc sur case noire e3 · Cavalier blanc sur case blanche f3 · Pion blanc sur case blanche a2 · Fou blanc sur case noire b2 · Cavalier blanc sur case noire d2 · Fou blanc sur case blanche e2 · Pion blanc sur case noire f2 · Pion blanc sur case blanche g2 · Pion blanc sur case noire h2 · Tour blanche sur case noire c1 · Tour blanche sur case blanche d1 · Roi blanc sur case noire g1 | Tour noire sur case blanche a8 · Tour noire sur case blanche c8 · Roi noir sur case blanche g8 · Fou noir sur case blanche b7 · Cavalier noir sur case blanche d7 · Pion noir sur case blanche f7 · Pion noir sur case noire g7 · Pion noir sur case blanche h7 · Pion noir sur case blanche a6 · Pion noir sur case blanche e6 · Cavalier noir sur case noire f6 · Pion noir sur case blanche b5 · Fou noir sur case noire c5 · Pion blanc sur case blanche b3 · Pion blanc sur case noire e3 · Cavalier blanc sur case blanche f3 · Pion blanc sur case blanche a2 · Fou blanc sur case noire b2 · Cavalier blanc sur case noire d2 · Fou blanc sur case blanche e2 · Pion blanc sur case noire f2 · Pion blanc sur case blanche g2 · Pion blanc sur case noire h2 · Tour blanche sur case noire c1 · Tour blanche sur case blanche d1 · Roi blanc sur case noire g1 | Tour noire sur case blanche a8 · Tour noire sur case blanche c8 · Roi noir sur case blanche g8 · Fou noir sur case blanche b7 · Cavalier noir sur case blanche d7 · Pion noir sur case blanche f7 · Pion noir sur case noire g7 · Pion noir sur case blanche h7 · Pion noir sur case blanche a6 · Pion noir sur case blanche e6 · Cavalier noir sur case noire f6 · Pion noir sur case blanche b5 · Fou noir sur case noire c5 · Pion blanc sur case blanche b3 · Pion blanc sur case noire e3 · Cavalier blanc sur case blanche f3 · Pion blanc sur case blanche a2 · Fou blanc sur case noire b2 · Cavalier blanc sur case noire d2 · Fou blanc sur case blanche e2 · Pion blanc sur case noire f2 · Pion blanc sur case blanche g2 · Pion blanc sur case noire h2 · Tour blanche sur case noire c1 · Tour blanche sur case blanche d1 · Roi blanc sur case noire g1 | Tour noire sur case blanche a8 · Tour noire sur case blanche c8 · Roi noir sur case blanche g8 · Fou noir sur case blanche b7 · Cavalier noir sur case blanche d7 · Pion noir sur case blanche f7 · Pion noir sur case noire g7 · Pion noir sur case blanche h7 · Pion noir sur case blanche a6 · Pion noir sur case blanche e6 · Cavalier noir sur case noire f6 · Pion noir sur case blanche b5 · Fou noir sur case noire c5 · Pion blanc sur case blanche b3 · Pion blanc sur case noire e3 · Cavalier blanc sur case blanche f3 · Pion blanc sur case blanche a2 · Fou blanc sur case noire b2 · Cavalier blanc sur case noire d2 · Fou blanc sur case blanche e2 · Pion blanc sur case noire f2 · Pion blanc sur case blanche g2 · Pion blanc sur case noire h2 · Tour blanche sur case noire c1 · Tour blanche sur case blanche d1 · Roi blanc sur case noire g1 | Tour noire sur case blanche a8 · Tour noire sur case blanche c8 · Roi noir sur case blanche g8 · Fou noir sur case blanche b7 · Cavalier noir sur case blanche d7 · Pion noir sur case blanche f7 · Pion noir sur case noire g7 · Pion noir sur case blanche h7 · Pion noir sur case blanche a6 · Pion noir sur case blanche e6 · Cavalier noir sur case noire f6 · Pion noir sur case blanche b5 · Fou noir sur case noire c5 · Pion blanc sur case blanche b3 · Pion blanc sur case noire e3 · Cavalier blanc sur case blanche f3 · Pion blanc sur case blanche a2 · Fou blanc sur case noire b2 · Cavalier blanc sur case noire d2 · Fou blanc sur case blanche e2 · Pion blanc sur case noire f2 · Pion blanc sur case blanche g2 · Pion blanc sur case noire h2 · Tour blanche sur case noire c1 · Tour blanche sur case blanche d1 · Roi blanc sur case noire g1 | Tour noire sur case blanche a8 · Tour noire sur case blanche c8 · Roi noir sur case blanche g8 · Fou noir sur case blanche b7 · Cavalier noir sur case blanche d7 · Pion noir sur case blanche f7 · Pion noir sur case noire g7 · Pion noir sur case blanche h7 · Pion noir sur case blanche a6 · Pion noir sur case blanche e6 · Cavalier noir sur case noire f6 · Pion noir sur case blanche b5 · Fou noir sur case noire c5 · Pion blanc sur case blanche b3 · Pion blanc sur case noire e3 · Cavalier blanc sur case blanche f3 · Pion blanc sur case blanche a2 · Fou blanc sur case noire b2 · Cavalier blanc sur case noire d2 · Fou blanc sur case blanche e2 · Pion blanc sur case noire f2 · Pion blanc sur case blanche g2 · Pion blanc sur case noire h2 · Tour blanche sur case noire c1 · Tour blanche sur case blanche d1 · Roi blanc sur case noire g1 | 3 |
| 2 | Tour noire sur case blanche a8 · Tour noire sur case blanche c8 · Roi noir sur case blanche g8 · Fou noir sur case blanche b7 · Cavalier noir sur case blanche d7 · Pion noir sur case blanche f7 · Pion noir sur case noire g7 · Pion noir sur case blanche h7 · Pion noir sur case blanche a6 · Pion noir sur case blanche e6 · Cavalier noir sur case noire f6 · Pion noir sur case blanche b5 · Fou noir sur case noire c5 · Pion blanc sur case blanche b3 · Pion blanc sur case noire e3 · Cavalier blanc sur case blanche f3 · Pion blanc sur case blanche a2 · Fou blanc sur case noire b2 · Cavalier blanc sur case noire d2 · Fou blanc sur case blanche e2 · Pion blanc sur case noire f2 · Pion blanc sur case blanche g2 · Pion blanc sur case noire h2 · Tour blanche sur case noire c1 · Tour blanche sur case blanche d1 · Roi blanc sur case noire g1 | Tour noire sur case blanche a8 · Tour noire sur case blanche c8 · Roi noir sur case blanche g8 · Fou noir sur case blanche b7 · Cavalier noir sur case blanche d7 · Pion noir sur case blanche f7 · Pion noir sur case noire g7 · Pion noir sur case blanche h7 · Pion noir sur case blanche a6 · Pion noir sur case blanche e6 · Cavalier noir sur case noire f6 · Pion noir sur case blanche b5 · Fou noir sur case noire c5 · Pion blanc sur case blanche b3 · Pion blanc sur case noire e3 · Cavalier blanc sur case blanche f3 · Pion blanc sur case blanche a2 · Fou blanc sur case noire b2 · Cavalier blanc sur case noire d2 · Fou blanc sur case blanche e2 · Pion blanc sur case noire f2 · Pion blanc sur case blanche g2 · Pion blanc sur case noire h2 · Tour blanche sur case noire c1 · Tour blanche sur case blanche d1 · Roi blanc sur case noire g1 | Tour noire sur case blanche a8 · Tour noire sur case blanche c8 · Roi noir sur case blanche g8 · Fou noir sur case blanche b7 · Cavalier noir sur case blanche d7 · Pion noir sur case blanche f7 · Pion noir sur case noire g7 · Pion noir sur case blanche h7 · Pion noir sur case blanche a6 · Pion noir sur case blanche e6 · Cavalier noir sur case noire f6 · Pion noir sur case blanche b5 · Fou noir sur case noire c5 · Pion blanc sur case blanche b3 · Pion blanc sur case noire e3 · Cavalier blanc sur case blanche f3 · Pion blanc sur case blanche a2 · Fou blanc sur case noire b2 · Cavalier blanc sur case noire d2 · Fou blanc sur case blanche e2 · Pion blanc sur case noire f2 · Pion blanc sur case blanche g2 · Pion blanc sur case noire h2 · Tour blanche sur case noire c1 · Tour blanche sur case blanche d1 · Roi blanc sur case noire g1 | Tour noire sur case blanche a8 · Tour noire sur case blanche c8 · Roi noir sur case blanche g8 · Fou noir sur case blanche b7 · Cavalier noir sur case blanche d7 · Pion noir sur case blanche f7 · Pion noir sur case noire g7 · Pion noir sur case blanche h7 · Pion noir sur case blanche a6 · Pion noir sur case blanche e6 · Cavalier noir sur case noire f6 · Pion noir sur case blanche b5 · Fou noir sur case noire c5 · Pion blanc sur case blanche b3 · Pion blanc sur case noire e3 · Cavalier blanc sur case blanche f3 · Pion blanc sur case blanche a2 · Fou blanc sur case noire b2 · Cavalier blanc sur case noire d2 · Fou blanc sur case blanche e2 · Pion blanc sur case noire f2 · Pion blanc sur case blanche g2 · Pion blanc sur case noire h2 · Tour blanche sur case noire c1 · Tour blanche sur case blanche d1 · Roi blanc sur case noire g1 | Tour noire sur case blanche a8 · Tour noire sur case blanche c8 · Roi noir sur case blanche g8 · Fou noir sur case blanche b7 · Cavalier noir sur case blanche d7 · Pion noir sur case blanche f7 · Pion noir sur case noire g7 · Pion noir sur case blanche h7 · Pion noir sur case blanche a6 · Pion noir sur case blanche e6 · Cavalier noir sur case noire f6 · Pion noir sur case blanche b5 · Fou noir sur case noire c5 · Pion blanc sur case blanche b3 · Pion blanc sur case noire e3 · Cavalier blanc sur case blanche f3 · Pion blanc sur case blanche a2 · Fou blanc sur case noire b2 · Cavalier blanc sur case noire d2 · Fou blanc sur case blanche e2 · Pion blanc sur case noire f2 · Pion blanc sur case blanche g2 · Pion blanc sur case noire h2 · Tour blanche sur case noire c1 · Tour blanche sur case blanche d1 · Roi blanc sur case noire g1 | Tour noire sur case blanche a8 · Tour noire sur case blanche c8 · Roi noir sur case blanche g8 · Fou noir sur case blanche b7 · Cavalier noir sur case blanche d7 · Pion noir sur case blanche f7 · Pion noir sur case noire g7 · Pion noir sur case blanche h7 · Pion noir sur case blanche a6 · Pion noir sur case blanche e6 · Cavalier noir sur case noire f6 · Pion noir sur case blanche b5 · Fou noir sur case noire c5 · Pion blanc sur case blanche b3 · Pion blanc sur case noire e3 · Cavalier blanc sur case blanche f3 · Pion blanc sur case blanche a2 · Fou blanc sur case noire b2 · Cavalier blanc sur case noire d2 · Fou blanc sur case blanche e2 · Pion blanc sur case noire f2 · Pion blanc sur case blanche g2 · Pion blanc sur case noire h2 · Tour blanche sur case noire c1 · Tour blanche sur case blanche d1 · Roi blanc sur case noire g1 | Tour noire sur case blanche a8 · Tour noire sur case blanche c8 · Roi noir sur case blanche g8 · Fou noir sur case blanche b7 · Cavalier noir sur case blanche d7 · Pion noir sur case blanche f7 · Pion noir sur case noire g7 · Pion noir sur case blanche h7 · Pion noir sur case blanche a6 · Pion noir sur case blanche e6 · Cavalier noir sur case noire f6 · Pion noir sur case blanche b5 · Fou noir sur case noire c5 · Pion blanc sur case blanche b3 · Pion blanc sur case noire e3 · Cavalier blanc sur case blanche f3 · Pion blanc sur case blanche a2 · Fou blanc sur case noire b2 · Cavalier blanc sur case noire d2 · Fou blanc sur case blanche e2 · Pion blanc sur case noire f2 · Pion blanc sur case blanche g2 · Pion blanc sur case noire h2 · Tour blanche sur case noire c1 · Tour blanche sur case blanche d1 · Roi blanc sur case noire g1 | Tour noire sur case blanche a8 · Tour noire sur case blanche c8 · Roi noir sur case blanche g8 · Fou noir sur case blanche b7 · Cavalier noir sur case blanche d7 · Pion noir sur case blanche f7 · Pion noir sur case noire g7 · Pion noir sur case blanche h7 · Pion noir sur case blanche a6 · Pion noir sur case blanche e6 · Cavalier noir sur case noire f6 · Pion noir sur case blanche b5 · Fou noir sur case noire c5 · Pion blanc sur case blanche b3 · Pion blanc sur case noire e3 · Cavalier blanc sur case blanche f3 · Pion blanc sur case blanche a2 · Fou blanc sur case noire b2 · Cavalier blanc sur case noire d2 · Fou blanc sur case blanche e2 · Pion blanc sur case noire f2 · Pion blanc sur case blanche g2 · Pion blanc sur case noire h2 · Tour blanche sur case noire c1 · Tour blanche sur case blanche d1 · Roi blanc sur case noire g1 | 2 |
| 1 | Tour noire sur case blanche a8 · Tour noire sur case blanche c8 · Roi noir sur case blanche g8 · Fou noir sur case blanche b7 · Cavalier noir sur case blanche d7 · Pion noir sur case blanche f7 · Pion noir sur case noire g7 · Pion noir sur case blanche h7 · Pion noir sur case blanche a6 · Pion noir sur case blanche e6 · Cavalier noir sur case noire f6 · Pion noir sur case blanche b5 · Fou noir sur case noire c5 · Pion blanc sur case blanche b3 · Pion blanc sur case noire e3 · Cavalier blanc sur case blanche f3 · Pion blanc sur case blanche a2 · Fou blanc sur case noire b2 · Cavalier blanc sur case noire d2 · Fou blanc sur case blanche e2 · Pion blanc sur case noire f2 · Pion blanc sur case blanche g2 · Pion blanc sur case noire h2 · Tour blanche sur case noire c1 · Tour blanche sur case blanche d1 · Roi blanc sur case noire g1 | Tour noire sur case blanche a8 · Tour noire sur case blanche c8 · Roi noir sur case blanche g8 · Fou noir sur case blanche b7 · Cavalier noir sur case blanche d7 · Pion noir sur case blanche f7 · Pion noir sur case noire g7 · Pion noir sur case blanche h7 · Pion noir sur case blanche a6 · Pion noir sur case blanche e6 · Cavalier noir sur case noire f6 · Pion noir sur case blanche b5 · Fou noir sur case noire c5 · Pion blanc sur case blanche b3 · Pion blanc sur case noire e3 · Cavalier blanc sur case blanche f3 · Pion blanc sur case blanche a2 · Fou blanc sur case noire b2 · Cavalier blanc sur case noire d2 · Fou blanc sur case blanche e2 · Pion blanc sur case noire f2 · Pion blanc sur case blanche g2 · Pion blanc sur case noire h2 · Tour blanche sur case noire c1 · Tour blanche sur case blanche d1 · Roi blanc sur case noire g1 | Tour noire sur case blanche a8 · Tour noire sur case blanche c8 · Roi noir sur case blanche g8 · Fou noir sur case blanche b7 · Cavalier noir sur case blanche d7 · Pion noir sur case blanche f7 · Pion noir sur case noire g7 · Pion noir sur case blanche h7 · Pion noir sur case blanche a6 · Pion noir sur case blanche e6 · Cavalier noir sur case noire f6 · Pion noir sur case blanche b5 · Fou noir sur case noire c5 · Pion blanc sur case blanche b3 · Pion blanc sur case noire e3 · Cavalier blanc sur case blanche f3 · Pion blanc sur case blanche a2 · Fou blanc sur case noire b2 · Cavalier blanc sur case noire d2 · Fou blanc sur case blanche e2 · Pion blanc sur case noire f2 · Pion blanc sur case blanche g2 · Pion blanc sur case noire h2 · Tour blanche sur case noire c1 · Tour blanche sur case blanche d1 · Roi blanc sur case noire g1 | Tour noire sur case blanche a8 · Tour noire sur case blanche c8 · Roi noir sur case blanche g8 · Fou noir sur case blanche b7 · Cavalier noir sur case blanche d7 · Pion noir sur case blanche f7 · Pion noir sur case noire g7 · Pion noir sur case blanche h7 · Pion noir sur case blanche a6 · Pion noir sur case blanche e6 · Cavalier noir sur case noire f6 · Pion noir sur case blanche b5 · Fou noir sur case noire c5 · Pion blanc sur case blanche b3 · Pion blanc sur case noire e3 · Cavalier blanc sur case blanche f3 · Pion blanc sur case blanche a2 · Fou blanc sur case noire b2 · Cavalier blanc sur case noire d2 · Fou blanc sur case blanche e2 · Pion blanc sur case noire f2 · Pion blanc sur case blanche g2 · Pion blanc sur case noire h2 · Tour blanche sur case noire c1 · Tour blanche sur case blanche d1 · Roi blanc sur case noire g1 | Tour noire sur case blanche a8 · Tour noire sur case blanche c8 · Roi noir sur case blanche g8 · Fou noir sur case blanche b7 · Cavalier noir sur case blanche d7 · Pion noir sur case blanche f7 · Pion noir sur case noire g7 · Pion noir sur case blanche h7 · Pion noir sur case blanche a6 · Pion noir sur case blanche e6 · Cavalier noir sur case noire f6 · Pion noir sur case blanche b5 · Fou noir sur case noire c5 · Pion blanc sur case blanche b3 · Pion blanc sur case noire e3 · Cavalier blanc sur case blanche f3 · Pion blanc sur case blanche a2 · Fou blanc sur case noire b2 · Cavalier blanc sur case noire d2 · Fou blanc sur case blanche e2 · Pion blanc sur case noire f2 · Pion blanc sur case blanche g2 · Pion blanc sur case noire h2 · Tour blanche sur case noire c1 · Tour blanche sur case blanche d1 · Roi blanc sur case noire g1 | Tour noire sur case blanche a8 · Tour noire sur case blanche c8 · Roi noir sur case blanche g8 · Fou noir sur case blanche b7 · Cavalier noir sur case blanche d7 · Pion noir sur case blanche f7 · Pion noir sur case noire g7 · Pion noir sur case blanche h7 · Pion noir sur case blanche a6 · Pion noir sur case blanche e6 · Cavalier noir sur case noire f6 · Pion noir sur case blanche b5 · Fou noir sur case noire c5 · Pion blanc sur case blanche b3 · Pion blanc sur case noire e3 · Cavalier blanc sur case blanche f3 · Pion blanc sur case blanche a2 · Fou blanc sur case noire b2 · Cavalier blanc sur case noire d2 · Fou blanc sur case blanche e2 · Pion blanc sur case noire f2 · Pion blanc sur case blanche g2 · Pion blanc sur case noire h2 · Tour blanche sur case noire c1 · Tour blanche sur case blanche d1 · Roi blanc sur case noire g1 | Tour noire sur case blanche a8 · Tour noire sur case blanche c8 · Roi noir sur case blanche g8 · Fou noir sur case blanche b7 · Cavalier noir sur case blanche d7 · Pion noir sur case blanche f7 · Pion noir sur case noire g7 · Pion noir sur case blanche h7 · Pion noir sur case blanche a6 · Pion noir sur case blanche e6 · Cavalier noir sur case noire f6 · Pion noir sur case blanche b5 · Fou noir sur case noire c5 · Pion blanc sur case blanche b3 · Pion blanc sur case noire e3 · Cavalier blanc sur case blanche f3 · Pion blanc sur case blanche a2 · Fou blanc sur case noire b2 · Cavalier blanc sur case noire d2 · Fou blanc sur case blanche e2 · Pion blanc sur case noire f2 · Pion blanc sur case blanche g2 · Pion blanc sur case noire h2 · Tour blanche sur case noire c1 · Tour blanche sur case blanche d1 · Roi blanc sur case noire g1 | Tour noire sur case blanche a8 · Tour noire sur case blanche c8 · Roi noir sur case blanche g8 · Fou noir sur case blanche b7 · Cavalier noir sur case blanche d7 · Pion noir sur case blanche f7 · Pion noir sur case noire g7 · Pion noir sur case blanche h7 · Pion noir sur case blanche a6 · Pion noir sur case blanche e6 · Cavalier noir sur case noire f6 · Pion noir sur case blanche b5 · Fou noir sur case noire c5 · Pion blanc sur case blanche b3 · Pion blanc sur case noire e3 · Cavalier blanc sur case blanche f3 · Pion blanc sur case blanche a2 · Fou blanc sur case noire b2 · Cavalier blanc sur case noire d2 · Fou blanc sur case blanche e2 · Pion blanc sur case noire f2 · Pion blanc sur case blanche g2 · Pion blanc sur case noire h2 · Tour blanche sur case noire c1 · Tour blanche sur case blanche d1 · Roi blanc sur case noire g1 | 1 |
|   | a | b | c | d | e | f | g | h |   |

3 octobre. Après 19...Tc7 la partie était encore partagée (Damljanović). 
Spassky–Fischer, partie 14 ; Gambit dame accepté, Variante classique (ECO D27) 

1..d4 d5 2.c4 dxc4 3.Cf3 Cf6 4.e3 e6 5.Fxc4 c5 6.0-0 a6 7.dxc5 Dxd1 8.Txd1 Fxc5 9.b3 b5 10.Fe2 Fb7 11.Fb2 Cbd7 12.Cbd2 0-0 13.Tac1 Tfc8 (diagramme) 14.h3 Rf8 15.Rf1 Re7 16.Ce1 Fd6 17.a4 Fc6 18.axb5 axb5 19.Tc2 Tc7 20.Tdc1 Tac8 21.Ff3 Fxf3 22.Cdxf3 e5 23.Txc7 Txc7 24.Txc7 Fxc7 25.Cc2 Ce4 26.Ca3 b4 27.Cc4 f6 28.Ce1 Cdc5 29.Cc2 Cxb3 30.Cxb4 Cbd2+ 31.Cxd2 Cxd2+ 32.Re2 Cc4 ½–½

#### Partie 15: Fischer ½ Spassky ½ (Catalane fermée)
|   | a | b | c | d | e | f | g | h |   |
| 8 | Tour noire sur case noire d8 · Tour noire sur case blanche e8 · Roi noir sur case blanche g8 · Pion noir sur case noire a7 · Dame noire sur case noire e7 · Pion noir sur case blanche f7 · Pion noir sur case blanche h7 · Pion noir sur case blanche g6 · Pion noir sur case noire c5 · Fou noir sur case blanche d5 · Cavalier blanc sur case blanche c4 · Dame blanche sur case blanche b3 · Tour blanche sur case noire c3 · Pion noir sur case noire e3 · Pion blanc sur case blanche f3 · Pion blanc sur case noire g3 · Pion blanc sur case blanche a2 · Pion blanc sur case noire b2 · Pion blanc sur case blanche e2 · Pion blanc sur case noire h2 · Tour blanche sur case noire c1 · Roi blanc sur case noire g1 | Tour noire sur case noire d8 · Tour noire sur case blanche e8 · Roi noir sur case blanche g8 · Pion noir sur case noire a7 · Dame noire sur case noire e7 · Pion noir sur case blanche f7 · Pion noir sur case blanche h7 · Pion noir sur case blanche g6 · Pion noir sur case noire c5 · Fou noir sur case blanche d5 · Cavalier blanc sur case blanche c4 · Dame blanche sur case blanche b3 · Tour blanche sur case noire c3 · Pion noir sur case noire e3 · Pion blanc sur case blanche f3 · Pion blanc sur case noire g3 · Pion blanc sur case blanche a2 · Pion blanc sur case noire b2 · Pion blanc sur case blanche e2 · Pion blanc sur case noire h2 · Tour blanche sur case noire c1 · Roi blanc sur case noire g1 | Tour noire sur case noire d8 · Tour noire sur case blanche e8 · Roi noir sur case blanche g8 · Pion noir sur case noire a7 · Dame noire sur case noire e7 · Pion noir sur case blanche f7 · Pion noir sur case blanche h7 · Pion noir sur case blanche g6 · Pion noir sur case noire c5 · Fou noir sur case blanche d5 · Cavalier blanc sur case blanche c4 · Dame blanche sur case blanche b3 · Tour blanche sur case noire c3 · Pion noir sur case noire e3 · Pion blanc sur case blanche f3 · Pion blanc sur case noire g3 · Pion blanc sur case blanche a2 · Pion blanc sur case noire b2 · Pion blanc sur case blanche e2 · Pion blanc sur case noire h2 · Tour blanche sur case noire c1 · Roi blanc sur case noire g1 | Tour noire sur case noire d8 · Tour noire sur case blanche e8 · Roi noir sur case blanche g8 · Pion noir sur case noire a7 · Dame noire sur case noire e7 · Pion noir sur case blanche f7 · Pion noir sur case blanche h7 · Pion noir sur case blanche g6 · Pion noir sur case noire c5 · Fou noir sur case blanche d5 · Cavalier blanc sur case blanche c4 · Dame blanche sur case blanche b3 · Tour blanche sur case noire c3 · Pion noir sur case noire e3 · Pion blanc sur case blanche f3 · Pion blanc sur case noire g3 · Pion blanc sur case blanche a2 · Pion blanc sur case noire b2 · Pion blanc sur case blanche e2 · Pion blanc sur case noire h2 · Tour blanche sur case noire c1 · Roi blanc sur case noire g1 | Tour noire sur case noire d8 · Tour noire sur case blanche e8 · Roi noir sur case blanche g8 · Pion noir sur case noire a7 · Dame noire sur case noire e7 · Pion noir sur case blanche f7 · Pion noir sur case blanche h7 · Pion noir sur case blanche g6 · Pion noir sur case noire c5 · Fou noir sur case blanche d5 · Cavalier blanc sur case blanche c4 · Dame blanche sur case blanche b3 · Tour blanche sur case noire c3 · Pion noir sur case noire e3 · Pion blanc sur case blanche f3 · Pion blanc sur case noire g3 · Pion blanc sur case blanche a2 · Pion blanc sur case noire b2 · Pion blanc sur case blanche e2 · Pion blanc sur case noire h2 · Tour blanche sur case noire c1 · Roi blanc sur case noire g1 | Tour noire sur case noire d8 · Tour noire sur case blanche e8 · Roi noir sur case blanche g8 · Pion noir sur case noire a7 · Dame noire sur case noire e7 · Pion noir sur case blanche f7 · Pion noir sur case blanche h7 · Pion noir sur case blanche g6 · Pion noir sur case noire c5 · Fou noir sur case blanche d5 · Cavalier blanc sur case blanche c4 · Dame blanche sur case blanche b3 · Tour blanche sur case noire c3 · Pion noir sur case noire e3 · Pion blanc sur case blanche f3 · Pion blanc sur case noire g3 · Pion blanc sur case blanche a2 · Pion blanc sur case noire b2 · Pion blanc sur case blanche e2 · Pion blanc sur case noire h2 · Tour blanche sur case noire c1 · Roi blanc sur case noire g1 | Tour noire sur case noire d8 · Tour noire sur case blanche e8 · Roi noir sur case blanche g8 · Pion noir sur case noire a7 · Dame noire sur case noire e7 · Pion noir sur case blanche f7 · Pion noir sur case blanche h7 · Pion noir sur case blanche g6 · Pion noir sur case noire c5 · Fou noir sur case blanche d5 · Cavalier blanc sur case blanche c4 · Dame blanche sur case blanche b3 · Tour blanche sur case noire c3 · Pion noir sur case noire e3 · Pion blanc sur case blanche f3 · Pion blanc sur case noire g3 · Pion blanc sur case blanche a2 · Pion blanc sur case noire b2 · Pion blanc sur case blanche e2 · Pion blanc sur case noire h2 · Tour blanche sur case noire c1 · Roi blanc sur case noire g1 | Tour noire sur case noire d8 · Tour noire sur case blanche e8 · Roi noir sur case blanche g8 · Pion noir sur case noire a7 · Dame noire sur case noire e7 · Pion noir sur case blanche f7 · Pion noir sur case blanche h7 · Pion noir sur case blanche g6 · Pion noir sur case noire c5 · Fou noir sur case blanche d5 · Cavalier blanc sur case blanche c4 · Dame blanche sur case blanche b3 · Tour blanche sur case noire c3 · Pion noir sur case noire e3 · Pion blanc sur case blanche f3 · Pion blanc sur case noire g3 · Pion blanc sur case blanche a2 · Pion blanc sur case noire b2 · Pion blanc sur case blanche e2 · Pion blanc sur case noire h2 · Tour blanche sur case noire c1 · Roi blanc sur case noire g1 | 8 |
| 7 | Tour noire sur case noire d8 · Tour noire sur case blanche e8 · Roi noir sur case blanche g8 · Pion noir sur case noire a7 · Dame noire sur case noire e7 · Pion noir sur case blanche f7 · Pion noir sur case blanche h7 · Pion noir sur case blanche g6 · Pion noir sur case noire c5 · Fou noir sur case blanche d5 · Cavalier blanc sur case blanche c4 · Dame blanche sur case blanche b3 · Tour blanche sur case noire c3 · Pion noir sur case noire e3 · Pion blanc sur case blanche f3 · Pion blanc sur case noire g3 · Pion blanc sur case blanche a2 · Pion blanc sur case noire b2 · Pion blanc sur case blanche e2 · Pion blanc sur case noire h2 · Tour blanche sur case noire c1 · Roi blanc sur case noire g1 | Tour noire sur case noire d8 · Tour noire sur case blanche e8 · Roi noir sur case blanche g8 · Pion noir sur case noire a7 · Dame noire sur case noire e7 · Pion noir sur case blanche f7 · Pion noir sur case blanche h7 · Pion noir sur case blanche g6 · Pion noir sur case noire c5 · Fou noir sur case blanche d5 · Cavalier blanc sur case blanche c4 · Dame blanche sur case blanche b3 · Tour blanche sur case noire c3 · Pion noir sur case noire e3 · Pion blanc sur case blanche f3 · Pion blanc sur case noire g3 · Pion blanc sur case blanche a2 · Pion blanc sur case noire b2 · Pion blanc sur case blanche e2 · Pion blanc sur case noire h2 · Tour blanche sur case noire c1 · Roi blanc sur case noire g1 | Tour noire sur case noire d8 · Tour noire sur case blanche e8 · Roi noir sur case blanche g8 · Pion noir sur case noire a7 · Dame noire sur case noire e7 · Pion noir sur case blanche f7 · Pion noir sur case blanche h7 · Pion noir sur case blanche g6 · Pion noir sur case noire c5 · Fou noir sur case blanche d5 · Cavalier blanc sur case blanche c4 · Dame blanche sur case blanche b3 · Tour blanche sur case noire c3 · Pion noir sur case noire e3 · Pion blanc sur case blanche f3 · Pion blanc sur case noire g3 · Pion blanc sur case blanche a2 · Pion blanc sur case noire b2 · Pion blanc sur case blanche e2 · Pion blanc sur case noire h2 · Tour blanche sur case noire c1 · Roi blanc sur case noire g1 | Tour noire sur case noire d8 · Tour noire sur case blanche e8 · Roi noir sur case blanche g8 · Pion noir sur case noire a7 · Dame noire sur case noire e7 · Pion noir sur case blanche f7 · Pion noir sur case blanche h7 · Pion noir sur case blanche g6 · Pion noir sur case noire c5 · Fou noir sur case blanche d5 · Cavalier blanc sur case blanche c4 · Dame blanche sur case blanche b3 · Tour blanche sur case noire c3 · Pion noir sur case noire e3 · Pion blanc sur case blanche f3 · Pion blanc sur case noire g3 · Pion blanc sur case blanche a2 · Pion blanc sur case noire b2 · Pion blanc sur case blanche e2 · Pion blanc sur case noire h2 · Tour blanche sur case noire c1 · Roi blanc sur case noire g1 | Tour noire sur case noire d8 · Tour noire sur case blanche e8 · Roi noir sur case blanche g8 · Pion noir sur case noire a7 · Dame noire sur case noire e7 · Pion noir sur case blanche f7 · Pion noir sur case blanche h7 · Pion noir sur case blanche g6 · Pion noir sur case noire c5 · Fou noir sur case blanche d5 · Cavalier blanc sur case blanche c4 · Dame blanche sur case blanche b3 · Tour blanche sur case noire c3 · Pion noir sur case noire e3 · Pion blanc sur case blanche f3 · Pion blanc sur case noire g3 · Pion blanc sur case blanche a2 · Pion blanc sur case noire b2 · Pion blanc sur case blanche e2 · Pion blanc sur case noire h2 · Tour blanche sur case noire c1 · Roi blanc sur case noire g1 | Tour noire sur case noire d8 · Tour noire sur case blanche e8 · Roi noir sur case blanche g8 · Pion noir sur case noire a7 · Dame noire sur case noire e7 · Pion noir sur case blanche f7 · Pion noir sur case blanche h7 · Pion noir sur case blanche g6 · Pion noir sur case noire c5 · Fou noir sur case blanche d5 · Cavalier blanc sur case blanche c4 · Dame blanche sur case blanche b3 · Tour blanche sur case noire c3 · Pion noir sur case noire e3 · Pion blanc sur case blanche f3 · Pion blanc sur case noire g3 · Pion blanc sur case blanche a2 · Pion blanc sur case noire b2 · Pion blanc sur case blanche e2 · Pion blanc sur case noire h2 · Tour blanche sur case noire c1 · Roi blanc sur case noire g1 | Tour noire sur case noire d8 · Tour noire sur case blanche e8 · Roi noir sur case blanche g8 · Pion noir sur case noire a7 · Dame noire sur case noire e7 · Pion noir sur case blanche f7 · Pion noir sur case blanche h7 · Pion noir sur case blanche g6 · Pion noir sur case noire c5 · Fou noir sur case blanche d5 · Cavalier blanc sur case blanche c4 · Dame blanche sur case blanche b3 · Tour blanche sur case noire c3 · Pion noir sur case noire e3 · Pion blanc sur case blanche f3 · Pion blanc sur case noire g3 · Pion blanc sur case blanche a2 · Pion blanc sur case noire b2 · Pion blanc sur case blanche e2 · Pion blanc sur case noire h2 · Tour blanche sur case noire c1 · Roi blanc sur case noire g1 | Tour noire sur case noire d8 · Tour noire sur case blanche e8 · Roi noir sur case blanche g8 · Pion noir sur case noire a7 · Dame noire sur case noire e7 · Pion noir sur case blanche f7 · Pion noir sur case blanche h7 · Pion noir sur case blanche g6 · Pion noir sur case noire c5 · Fou noir sur case blanche d5 · Cavalier blanc sur case blanche c4 · Dame blanche sur case blanche b3 · Tour blanche sur case noire c3 · Pion noir sur case noire e3 · Pion blanc sur case blanche f3 · Pion blanc sur case noire g3 · Pion blanc sur case blanche a2 · Pion blanc sur case noire b2 · Pion blanc sur case blanche e2 · Pion blanc sur case noire h2 · Tour blanche sur case noire c1 · Roi blanc sur case noire g1 | 7 |
| 6 | Tour noire sur case noire d8 · Tour noire sur case blanche e8 · Roi noir sur case blanche g8 · Pion noir sur case noire a7 · Dame noire sur case noire e7 · Pion noir sur case blanche f7 · Pion noir sur case blanche h7 · Pion noir sur case blanche g6 · Pion noir sur case noire c5 · Fou noir sur case blanche d5 · Cavalier blanc sur case blanche c4 · Dame blanche sur case blanche b3 · Tour blanche sur case noire c3 · Pion noir sur case noire e3 · Pion blanc sur case blanche f3 · Pion blanc sur case noire g3 · Pion blanc sur case blanche a2 · Pion blanc sur case noire b2 · Pion blanc sur case blanche e2 · Pion blanc sur case noire h2 · Tour blanche sur case noire c1 · Roi blanc sur case noire g1 | Tour noire sur case noire d8 · Tour noire sur case blanche e8 · Roi noir sur case blanche g8 · Pion noir sur case noire a7 · Dame noire sur case noire e7 · Pion noir sur case blanche f7 · Pion noir sur case blanche h7 · Pion noir sur case blanche g6 · Pion noir sur case noire c5 · Fou noir sur case blanche d5 · Cavalier blanc sur case blanche c4 · Dame blanche sur case blanche b3 · Tour blanche sur case noire c3 · Pion noir sur case noire e3 · Pion blanc sur case blanche f3 · Pion blanc sur case noire g3 · Pion blanc sur case blanche a2 · Pion blanc sur case noire b2 · Pion blanc sur case blanche e2 · Pion blanc sur case noire h2 · Tour blanche sur case noire c1 · Roi blanc sur case noire g1 | Tour noire sur case noire d8 · Tour noire sur case blanche e8 · Roi noir sur case blanche g8 · Pion noir sur case noire a7 · Dame noire sur case noire e7 · Pion noir sur case blanche f7 · Pion noir sur case blanche h7 · Pion noir sur case blanche g6 · Pion noir sur case noire c5 · Fou noir sur case blanche d5 · Cavalier blanc sur case blanche c4 · Dame blanche sur case blanche b3 · Tour blanche sur case noire c3 · Pion noir sur case noire e3 · Pion blanc sur case blanche f3 · Pion blanc sur case noire g3 · Pion blanc sur case blanche a2 · Pion blanc sur case noire b2 · Pion blanc sur case blanche e2 · Pion blanc sur case noire h2 · Tour blanche sur case noire c1 · Roi blanc sur case noire g1 | Tour noire sur case noire d8 · Tour noire sur case blanche e8 · Roi noir sur case blanche g8 · Pion noir sur case noire a7 · Dame noire sur case noire e7 · Pion noir sur case blanche f7 · Pion noir sur case blanche h7 · Pion noir sur case blanche g6 · Pion noir sur case noire c5 · Fou noir sur case blanche d5 · Cavalier blanc sur case blanche c4 · Dame blanche sur case blanche b3 · Tour blanche sur case noire c3 · Pion noir sur case noire e3 · Pion blanc sur case blanche f3 · Pion blanc sur case noire g3 · Pion blanc sur case blanche a2 · Pion blanc sur case noire b2 · Pion blanc sur case blanche e2 · Pion blanc sur case noire h2 · Tour blanche sur case noire c1 · Roi blanc sur case noire g1 | Tour noire sur case noire d8 · Tour noire sur case blanche e8 · Roi noir sur case blanche g8 · Pion noir sur case noire a7 · Dame noire sur case noire e7 · Pion noir sur case blanche f7 · Pion noir sur case blanche h7 · Pion noir sur case blanche g6 · Pion noir sur case noire c5 · Fou noir sur case blanche d5 · Cavalier blanc sur case blanche c4 · Dame blanche sur case blanche b3 · Tour blanche sur case noire c3 · Pion noir sur case noire e3 · Pion blanc sur case blanche f3 · Pion blanc sur case noire g3 · Pion blanc sur case blanche a2 · Pion blanc sur case noire b2 · Pion blanc sur case blanche e2 · Pion blanc sur case noire h2 · Tour blanche sur case noire c1 · Roi blanc sur case noire g1 | Tour noire sur case noire d8 · Tour noire sur case blanche e8 · Roi noir sur case blanche g8 · Pion noir sur case noire a7 · Dame noire sur case noire e7 · Pion noir sur case blanche f7 · Pion noir sur case blanche h7 · Pion noir sur case blanche g6 · Pion noir sur case noire c5 · Fou noir sur case blanche d5 · Cavalier blanc sur case blanche c4 · Dame blanche sur case blanche b3 · Tour blanche sur case noire c3 · Pion noir sur case noire e3 · Pion blanc sur case blanche f3 · Pion blanc sur case noire g3 · Pion blanc sur case blanche a2 · Pion blanc sur case noire b2 · Pion blanc sur case blanche e2 · Pion blanc sur case noire h2 · Tour blanche sur case noire c1 · Roi blanc sur case noire g1 | Tour noire sur case noire d8 · Tour noire sur case blanche e8 · Roi noir sur case blanche g8 · Pion noir sur case noire a7 · Dame noire sur case noire e7 · Pion noir sur case blanche f7 · Pion noir sur case blanche h7 · Pion noir sur case blanche g6 · Pion noir sur case noire c5 · Fou noir sur case blanche d5 · Cavalier blanc sur case blanche c4 · Dame blanche sur case blanche b3 · Tour blanche sur case noire c3 · Pion noir sur case noire e3 · Pion blanc sur case blanche f3 · Pion blanc sur case noire g3 · Pion blanc sur case blanche a2 · Pion blanc sur case noire b2 · Pion blanc sur case blanche e2 · Pion blanc sur case noire h2 · Tour blanche sur case noire c1 · Roi blanc sur case noire g1 | Tour noire sur case noire d8 · Tour noire sur case blanche e8 · Roi noir sur case blanche g8 · Pion noir sur case noire a7 · Dame noire sur case noire e7 · Pion noir sur case blanche f7 · Pion noir sur case blanche h7 · Pion noir sur case blanche g6 · Pion noir sur case noire c5 · Fou noir sur case blanche d5 · Cavalier blanc sur case blanche c4 · Dame blanche sur case blanche b3 · Tour blanche sur case noire c3 · Pion noir sur case noire e3 · Pion blanc sur case blanche f3 · Pion blanc sur case noire g3 · Pion blanc sur case blanche a2 · Pion blanc sur case noire b2 · Pion blanc sur case blanche e2 · Pion blanc sur case noire h2 · Tour blanche sur case noire c1 · Roi blanc sur case noire g1 | 6 |
| 5 | Tour noire sur case noire d8 · Tour noire sur case blanche e8 · Roi noir sur case blanche g8 · Pion noir sur case noire a7 · Dame noire sur case noire e7 · Pion noir sur case blanche f7 · Pion noir sur case blanche h7 · Pion noir sur case blanche g6 · Pion noir sur case noire c5 · Fou noir sur case blanche d5 · Cavalier blanc sur case blanche c4 · Dame blanche sur case blanche b3 · Tour blanche sur case noire c3 · Pion noir sur case noire e3 · Pion blanc sur case blanche f3 · Pion blanc sur case noire g3 · Pion blanc sur case blanche a2 · Pion blanc sur case noire b2 · Pion blanc sur case blanche e2 · Pion blanc sur case noire h2 · Tour blanche sur case noire c1 · Roi blanc sur case noire g1 | Tour noire sur case noire d8 · Tour noire sur case blanche e8 · Roi noir sur case blanche g8 · Pion noir sur case noire a7 · Dame noire sur case noire e7 · Pion noir sur case blanche f7 · Pion noir sur case blanche h7 · Pion noir sur case blanche g6 · Pion noir sur case noire c5 · Fou noir sur case blanche d5 · Cavalier blanc sur case blanche c4 · Dame blanche sur case blanche b3 · Tour blanche sur case noire c3 · Pion noir sur case noire e3 · Pion blanc sur case blanche f3 · Pion blanc sur case noire g3 · Pion blanc sur case blanche a2 · Pion blanc sur case noire b2 · Pion blanc sur case blanche e2 · Pion blanc sur case noire h2 · Tour blanche sur case noire c1 · Roi blanc sur case noire g1 | Tour noire sur case noire d8 · Tour noire sur case blanche e8 · Roi noir sur case blanche g8 · Pion noir sur case noire a7 · Dame noire sur case noire e7 · Pion noir sur case blanche f7 · Pion noir sur case blanche h7 · Pion noir sur case blanche g6 · Pion noir sur case noire c5 · Fou noir sur case blanche d5 · Cavalier blanc sur case blanche c4 · Dame blanche sur case blanche b3 · Tour blanche sur case noire c3 · Pion noir sur case noire e3 · Pion blanc sur case blanche f3 · Pion blanc sur case noire g3 · Pion blanc sur case blanche a2 · Pion blanc sur case noire b2 · Pion blanc sur case blanche e2 · Pion blanc sur case noire h2 · Tour blanche sur case noire c1 · Roi blanc sur case noire g1 | Tour noire sur case noire d8 · Tour noire sur case blanche e8 · Roi noir sur case blanche g8 · Pion noir sur case noire a7 · Dame noire sur case noire e7 · Pion noir sur case blanche f7 · Pion noir sur case blanche h7 · Pion noir sur case blanche g6 · Pion noir sur case noire c5 · Fou noir sur case blanche d5 · Cavalier blanc sur case blanche c4 · Dame blanche sur case blanche b3 · Tour blanche sur case noire c3 · Pion noir sur case noire e3 · Pion blanc sur case blanche f3 · Pion blanc sur case noire g3 · Pion blanc sur case blanche a2 · Pion blanc sur case noire b2 · Pion blanc sur case blanche e2 · Pion blanc sur case noire h2 · Tour blanche sur case noire c1 · Roi blanc sur case noire g1 | Tour noire sur case noire d8 · Tour noire sur case blanche e8 · Roi noir sur case blanche g8 · Pion noir sur case noire a7 · Dame noire sur case noire e7 · Pion noir sur case blanche f7 · Pion noir sur case blanche h7 · Pion noir sur case blanche g6 · Pion noir sur case noire c5 · Fou noir sur case blanche d5 · Cavalier blanc sur case blanche c4 · Dame blanche sur case blanche b3 · Tour blanche sur case noire c3 · Pion noir sur case noire e3 · Pion blanc sur case blanche f3 · Pion blanc sur case noire g3 · Pion blanc sur case blanche a2 · Pion blanc sur case noire b2 · Pion blanc sur case blanche e2 · Pion blanc sur case noire h2 · Tour blanche sur case noire c1 · Roi blanc sur case noire g1 | Tour noire sur case noire d8 · Tour noire sur case blanche e8 · Roi noir sur case blanche g8 · Pion noir sur case noire a7 · Dame noire sur case noire e7 · Pion noir sur case blanche f7 · Pion noir sur case blanche h7 · Pion noir sur case blanche g6 · Pion noir sur case noire c5 · Fou noir sur case blanche d5 · Cavalier blanc sur case blanche c4 · Dame blanche sur case blanche b3 · Tour blanche sur case noire c3 · Pion noir sur case noire e3 · Pion blanc sur case blanche f3 · Pion blanc sur case noire g3 · Pion blanc sur case blanche a2 · Pion blanc sur case noire b2 · Pion blanc sur case blanche e2 · Pion blanc sur case noire h2 · Tour blanche sur case noire c1 · Roi blanc sur case noire g1 | Tour noire sur case noire d8 · Tour noire sur case blanche e8 · Roi noir sur case blanche g8 · Pion noir sur case noire a7 · Dame noire sur case noire e7 · Pion noir sur case blanche f7 · Pion noir sur case blanche h7 · Pion noir sur case blanche g6 · Pion noir sur case noire c5 · Fou noir sur case blanche d5 · Cavalier blanc sur case blanche c4 · Dame blanche sur case blanche b3 · Tour blanche sur case noire c3 · Pion noir sur case noire e3 · Pion blanc sur case blanche f3 · Pion blanc sur case noire g3 · Pion blanc sur case blanche a2 · Pion blanc sur case noire b2 · Pion blanc sur case blanche e2 · Pion blanc sur case noire h2 · Tour blanche sur case noire c1 · Roi blanc sur case noire g1 | Tour noire sur case noire d8 · Tour noire sur case blanche e8 · Roi noir sur case blanche g8 · Pion noir sur case noire a7 · Dame noire sur case noire e7 · Pion noir sur case blanche f7 · Pion noir sur case blanche h7 · Pion noir sur case blanche g6 · Pion noir sur case noire c5 · Fou noir sur case blanche d5 · Cavalier blanc sur case blanche c4 · Dame blanche sur case blanche b3 · Tour blanche sur case noire c3 · Pion noir sur case noire e3 · Pion blanc sur case blanche f3 · Pion blanc sur case noire g3 · Pion blanc sur case blanche a2 · Pion blanc sur case noire b2 · Pion blanc sur case blanche e2 · Pion blanc sur case noire h2 · Tour blanche sur case noire c1 · Roi blanc sur case noire g1 | 5 |
| 4 | Tour noire sur case noire d8 · Tour noire sur case blanche e8 · Roi noir sur case blanche g8 · Pion noir sur case noire a7 · Dame noire sur case noire e7 · Pion noir sur case blanche f7 · Pion noir sur case blanche h7 · Pion noir sur case blanche g6 · Pion noir sur case noire c5 · Fou noir sur case blanche d5 · Cavalier blanc sur case blanche c4 · Dame blanche sur case blanche b3 · Tour blanche sur case noire c3 · Pion noir sur case noire e3 · Pion blanc sur case blanche f3 · Pion blanc sur case noire g3 · Pion blanc sur case blanche a2 · Pion blanc sur case noire b2 · Pion blanc sur case blanche e2 · Pion blanc sur case noire h2 · Tour blanche sur case noire c1 · Roi blanc sur case noire g1 | Tour noire sur case noire d8 · Tour noire sur case blanche e8 · Roi noir sur case blanche g8 · Pion noir sur case noire a7 · Dame noire sur case noire e7 · Pion noir sur case blanche f7 · Pion noir sur case blanche h7 · Pion noir sur case blanche g6 · Pion noir sur case noire c5 · Fou noir sur case blanche d5 · Cavalier blanc sur case blanche c4 · Dame blanche sur case blanche b3 · Tour blanche sur case noire c3 · Pion noir sur case noire e3 · Pion blanc sur case blanche f3 · Pion blanc sur case noire g3 · Pion blanc sur case blanche a2 · Pion blanc sur case noire b2 · Pion blanc sur case blanche e2 · Pion blanc sur case noire h2 · Tour blanche sur case noire c1 · Roi blanc sur case noire g1 | Tour noire sur case noire d8 · Tour noire sur case blanche e8 · Roi noir sur case blanche g8 · Pion noir sur case noire a7 · Dame noire sur case noire e7 · Pion noir sur case blanche f7 · Pion noir sur case blanche h7 · Pion noir sur case blanche g6 · Pion noir sur case noire c5 · Fou noir sur case blanche d5 · Cavalier blanc sur case blanche c4 · Dame blanche sur case blanche b3 · Tour blanche sur case noire c3 · Pion noir sur case noire e3 · Pion blanc sur case blanche f3 · Pion blanc sur case noire g3 · Pion blanc sur case blanche a2 · Pion blanc sur case noire b2 · Pion blanc sur case blanche e2 · Pion blanc sur case noire h2 · Tour blanche sur case noire c1 · Roi blanc sur case noire g1 | Tour noire sur case noire d8 · Tour noire sur case blanche e8 · Roi noir sur case blanche g8 · Pion noir sur case noire a7 · Dame noire sur case noire e7 · Pion noir sur case blanche f7 · Pion noir sur case blanche h7 · Pion noir sur case blanche g6 · Pion noir sur case noire c5 · Fou noir sur case blanche d5 · Cavalier blanc sur case blanche c4 · Dame blanche sur case blanche b3 · Tour blanche sur case noire c3 · Pion noir sur case noire e3 · Pion blanc sur case blanche f3 · Pion blanc sur case noire g3 · Pion blanc sur case blanche a2 · Pion blanc sur case noire b2 · Pion blanc sur case blanche e2 · Pion blanc sur case noire h2 · Tour blanche sur case noire c1 · Roi blanc sur case noire g1 | Tour noire sur case noire d8 · Tour noire sur case blanche e8 · Roi noir sur case blanche g8 · Pion noir sur case noire a7 · Dame noire sur case noire e7 · Pion noir sur case blanche f7 · Pion noir sur case blanche h7 · Pion noir sur case blanche g6 · Pion noir sur case noire c5 · Fou noir sur case blanche d5 · Cavalier blanc sur case blanche c4 · Dame blanche sur case blanche b3 · Tour blanche sur case noire c3 · Pion noir sur case noire e3 · Pion blanc sur case blanche f3 · Pion blanc sur case noire g3 · Pion blanc sur case blanche a2 · Pion blanc sur case noire b2 · Pion blanc sur case blanche e2 · Pion blanc sur case noire h2 · Tour blanche sur case noire c1 · Roi blanc sur case noire g1 | Tour noire sur case noire d8 · Tour noire sur case blanche e8 · Roi noir sur case blanche g8 · Pion noir sur case noire a7 · Dame noire sur case noire e7 · Pion noir sur case blanche f7 · Pion noir sur case blanche h7 · Pion noir sur case blanche g6 · Pion noir sur case noire c5 · Fou noir sur case blanche d5 · Cavalier blanc sur case blanche c4 · Dame blanche sur case blanche b3 · Tour blanche sur case noire c3 · Pion noir sur case noire e3 · Pion blanc sur case blanche f3 · Pion blanc sur case noire g3 · Pion blanc sur case blanche a2 · Pion blanc sur case noire b2 · Pion blanc sur case blanche e2 · Pion blanc sur case noire h2 · Tour blanche sur case noire c1 · Roi blanc sur case noire g1 | Tour noire sur case noire d8 · Tour noire sur case blanche e8 · Roi noir sur case blanche g8 · Pion noir sur case noire a7 · Dame noire sur case noire e7 · Pion noir sur case blanche f7 · Pion noir sur case blanche h7 · Pion noir sur case blanche g6 · Pion noir sur case noire c5 · Fou noir sur case blanche d5 · Cavalier blanc sur case blanche c4 · Dame blanche sur case blanche b3 · Tour blanche sur case noire c3 · Pion noir sur case noire e3 · Pion blanc sur case blanche f3 · Pion blanc sur case noire g3 · Pion blanc sur case blanche a2 · Pion blanc sur case noire b2 · Pion blanc sur case blanche e2 · Pion blanc sur case noire h2 · Tour blanche sur case noire c1 · Roi blanc sur case noire g1 | Tour noire sur case noire d8 · Tour noire sur case blanche e8 · Roi noir sur case blanche g8 · Pion noir sur case noire a7 · Dame noire sur case noire e7 · Pion noir sur case blanche f7 · Pion noir sur case blanche h7 · Pion noir sur case blanche g6 · Pion noir sur case noire c5 · Fou noir sur case blanche d5 · Cavalier blanc sur case blanche c4 · Dame blanche sur case blanche b3 · Tour blanche sur case noire c3 · Pion noir sur case noire e3 · Pion blanc sur case blanche f3 · Pion blanc sur case noire g3 · Pion blanc sur case blanche a2 · Pion blanc sur case noire b2 · Pion blanc sur case blanche e2 · Pion blanc sur case noire h2 · Tour blanche sur case noire c1 · Roi blanc sur case noire g1 | 4 |
| 3 | Tour noire sur case noire d8 · Tour noire sur case blanche e8 · Roi noir sur case blanche g8 · Pion noir sur case noire a7 · Dame noire sur case noire e7 · Pion noir sur case blanche f7 · Pion noir sur case blanche h7 · Pion noir sur case blanche g6 · Pion noir sur case noire c5 · Fou noir sur case blanche d5 · Cavalier blanc sur case blanche c4 · Dame blanche sur case blanche b3 · Tour blanche sur case noire c3 · Pion noir sur case noire e3 · Pion blanc sur case blanche f3 · Pion blanc sur case noire g3 · Pion blanc sur case blanche a2 · Pion blanc sur case noire b2 · Pion blanc sur case blanche e2 · Pion blanc sur case noire h2 · Tour blanche sur case noire c1 · Roi blanc sur case noire g1 | Tour noire sur case noire d8 · Tour noire sur case blanche e8 · Roi noir sur case blanche g8 · Pion noir sur case noire a7 · Dame noire sur case noire e7 · Pion noir sur case blanche f7 · Pion noir sur case blanche h7 · Pion noir sur case blanche g6 · Pion noir sur case noire c5 · Fou noir sur case blanche d5 · Cavalier blanc sur case blanche c4 · Dame blanche sur case blanche b3 · Tour blanche sur case noire c3 · Pion noir sur case noire e3 · Pion blanc sur case blanche f3 · Pion blanc sur case noire g3 · Pion blanc sur case blanche a2 · Pion blanc sur case noire b2 · Pion blanc sur case blanche e2 · Pion blanc sur case noire h2 · Tour blanche sur case noire c1 · Roi blanc sur case noire g1 | Tour noire sur case noire d8 · Tour noire sur case blanche e8 · Roi noir sur case blanche g8 · Pion noir sur case noire a7 · Dame noire sur case noire e7 · Pion noir sur case blanche f7 · Pion noir sur case blanche h7 · Pion noir sur case blanche g6 · Pion noir sur case noire c5 · Fou noir sur case blanche d5 · Cavalier blanc sur case blanche c4 · Dame blanche sur case blanche b3 · Tour blanche sur case noire c3 · Pion noir sur case noire e3 · Pion blanc sur case blanche f3 · Pion blanc sur case noire g3 · Pion blanc sur case blanche a2 · Pion blanc sur case noire b2 · Pion blanc sur case blanche e2 · Pion blanc sur case noire h2 · Tour blanche sur case noire c1 · Roi blanc sur case noire g1 | Tour noire sur case noire d8 · Tour noire sur case blanche e8 · Roi noir sur case blanche g8 · Pion noir sur case noire a7 · Dame noire sur case noire e7 · Pion noir sur case blanche f7 · Pion noir sur case blanche h7 · Pion noir sur case blanche g6 · Pion noir sur case noire c5 · Fou noir sur case blanche d5 · Cavalier blanc sur case blanche c4 · Dame blanche sur case blanche b3 · Tour blanche sur case noire c3 · Pion noir sur case noire e3 · Pion blanc sur case blanche f3 · Pion blanc sur case noire g3 · Pion blanc sur case blanche a2 · Pion blanc sur case noire b2 · Pion blanc sur case blanche e2 · Pion blanc sur case noire h2 · Tour blanche sur case noire c1 · Roi blanc sur case noire g1 | Tour noire sur case noire d8 · Tour noire sur case blanche e8 · Roi noir sur case blanche g8 · Pion noir sur case noire a7 · Dame noire sur case noire e7 · Pion noir sur case blanche f7 · Pion noir sur case blanche h7 · Pion noir sur case blanche g6 · Pion noir sur case noire c5 · Fou noir sur case blanche d5 · Cavalier blanc sur case blanche c4 · Dame blanche sur case blanche b3 · Tour blanche sur case noire c3 · Pion noir sur case noire e3 · Pion blanc sur case blanche f3 · Pion blanc sur case noire g3 · Pion blanc sur case blanche a2 · Pion blanc sur case noire b2 · Pion blanc sur case blanche e2 · Pion blanc sur case noire h2 · Tour blanche sur case noire c1 · Roi blanc sur case noire g1 | Tour noire sur case noire d8 · Tour noire sur case blanche e8 · Roi noir sur case blanche g8 · Pion noir sur case noire a7 · Dame noire sur case noire e7 · Pion noir sur case blanche f7 · Pion noir sur case blanche h7 · Pion noir sur case blanche g6 · Pion noir sur case noire c5 · Fou noir sur case blanche d5 · Cavalier blanc sur case blanche c4 · Dame blanche sur case blanche b3 · Tour blanche sur case noire c3 · Pion noir sur case noire e3 · Pion blanc sur case blanche f3 · Pion blanc sur case noire g3 · Pion blanc sur case blanche a2 · Pion blanc sur case noire b2 · Pion blanc sur case blanche e2 · Pion blanc sur case noire h2 · Tour blanche sur case noire c1 · Roi blanc sur case noire g1 | Tour noire sur case noire d8 · Tour noire sur case blanche e8 · Roi noir sur case blanche g8 · Pion noir sur case noire a7 · Dame noire sur case noire e7 · Pion noir sur case blanche f7 · Pion noir sur case blanche h7 · Pion noir sur case blanche g6 · Pion noir sur case noire c5 · Fou noir sur case blanche d5 · Cavalier blanc sur case blanche c4 · Dame blanche sur case blanche b3 · Tour blanche sur case noire c3 · Pion noir sur case noire e3 · Pion blanc sur case blanche f3 · Pion blanc sur case noire g3 · Pion blanc sur case blanche a2 · Pion blanc sur case noire b2 · Pion blanc sur case blanche e2 · Pion blanc sur case noire h2 · Tour blanche sur case noire c1 · Roi blanc sur case noire g1 | Tour noire sur case noire d8 · Tour noire sur case blanche e8 · Roi noir sur case blanche g8 · Pion noir sur case noire a7 · Dame noire sur case noire e7 · Pion noir sur case blanche f7 · Pion noir sur case blanche h7 · Pion noir sur case blanche g6 · Pion noir sur case noire c5 · Fou noir sur case blanche d5 · Cavalier blanc sur case blanche c4 · Dame blanche sur case blanche b3 · Tour blanche sur case noire c3 · Pion noir sur case noire e3 · Pion blanc sur case blanche f3 · Pion blanc sur case noire g3 · Pion blanc sur case blanche a2 · Pion blanc sur case noire b2 · Pion blanc sur case blanche e2 · Pion blanc sur case noire h2 · Tour blanche sur case noire c1 · Roi blanc sur case noire g1 | 3 |
| 2 | Tour noire sur case noire d8 · Tour noire sur case blanche e8 · Roi noir sur case blanche g8 · Pion noir sur case noire a7 · Dame noire sur case noire e7 · Pion noir sur case blanche f7 · Pion noir sur case blanche h7 · Pion noir sur case blanche g6 · Pion noir sur case noire c5 · Fou noir sur case blanche d5 · Cavalier blanc sur case blanche c4 · Dame blanche sur case blanche b3 · Tour blanche sur case noire c3 · Pion noir sur case noire e3 · Pion blanc sur case blanche f3 · Pion blanc sur case noire g3 · Pion blanc sur case blanche a2 · Pion blanc sur case noire b2 · Pion blanc sur case blanche e2 · Pion blanc sur case noire h2 · Tour blanche sur case noire c1 · Roi blanc sur case noire g1 | Tour noire sur case noire d8 · Tour noire sur case blanche e8 · Roi noir sur case blanche g8 · Pion noir sur case noire a7 · Dame noire sur case noire e7 · Pion noir sur case blanche f7 · Pion noir sur case blanche h7 · Pion noir sur case blanche g6 · Pion noir sur case noire c5 · Fou noir sur case blanche d5 · Cavalier blanc sur case blanche c4 · Dame blanche sur case blanche b3 · Tour blanche sur case noire c3 · Pion noir sur case noire e3 · Pion blanc sur case blanche f3 · Pion blanc sur case noire g3 · Pion blanc sur case blanche a2 · Pion blanc sur case noire b2 · Pion blanc sur case blanche e2 · Pion blanc sur case noire h2 · Tour blanche sur case noire c1 · Roi blanc sur case noire g1 | Tour noire sur case noire d8 · Tour noire sur case blanche e8 · Roi noir sur case blanche g8 · Pion noir sur case noire a7 · Dame noire sur case noire e7 · Pion noir sur case blanche f7 · Pion noir sur case blanche h7 · Pion noir sur case blanche g6 · Pion noir sur case noire c5 · Fou noir sur case blanche d5 · Cavalier blanc sur case blanche c4 · Dame blanche sur case blanche b3 · Tour blanche sur case noire c3 · Pion noir sur case noire e3 · Pion blanc sur case blanche f3 · Pion blanc sur case noire g3 · Pion blanc sur case blanche a2 · Pion blanc sur case noire b2 · Pion blanc sur case blanche e2 · Pion blanc sur case noire h2 · Tour blanche sur case noire c1 · Roi blanc sur case noire g1 | Tour noire sur case noire d8 · Tour noire sur case blanche e8 · Roi noir sur case blanche g8 · Pion noir sur case noire a7 · Dame noire sur case noire e7 · Pion noir sur case blanche f7 · Pion noir sur case blanche h7 · Pion noir sur case blanche g6 · Pion noir sur case noire c5 · Fou noir sur case blanche d5 · Cavalier blanc sur case blanche c4 · Dame blanche sur case blanche b3 · Tour blanche sur case noire c3 · Pion noir sur case noire e3 · Pion blanc sur case blanche f3 · Pion blanc sur case noire g3 · Pion blanc sur case blanche a2 · Pion blanc sur case noire b2 · Pion blanc sur case blanche e2 · Pion blanc sur case noire h2 · Tour blanche sur case noire c1 · Roi blanc sur case noire g1 | Tour noire sur case noire d8 · Tour noire sur case blanche e8 · Roi noir sur case blanche g8 · Pion noir sur case noire a7 · Dame noire sur case noire e7 · Pion noir sur case blanche f7 · Pion noir sur case blanche h7 · Pion noir sur case blanche g6 · Pion noir sur case noire c5 · Fou noir sur case blanche d5 · Cavalier blanc sur case blanche c4 · Dame blanche sur case blanche b3 · Tour blanche sur case noire c3 · Pion noir sur case noire e3 · Pion blanc sur case blanche f3 · Pion blanc sur case noire g3 · Pion blanc sur case blanche a2 · Pion blanc sur case noire b2 · Pion blanc sur case blanche e2 · Pion blanc sur case noire h2 · Tour blanche sur case noire c1 · Roi blanc sur case noire g1 | Tour noire sur case noire d8 · Tour noire sur case blanche e8 · Roi noir sur case blanche g8 · Pion noir sur case noire a7 · Dame noire sur case noire e7 · Pion noir sur case blanche f7 · Pion noir sur case blanche h7 · Pion noir sur case blanche g6 · Pion noir sur case noire c5 · Fou noir sur case blanche d5 · Cavalier blanc sur case blanche c4 · Dame blanche sur case blanche b3 · Tour blanche sur case noire c3 · Pion noir sur case noire e3 · Pion blanc sur case blanche f3 · Pion blanc sur case noire g3 · Pion blanc sur case blanche a2 · Pion blanc sur case noire b2 · Pion blanc sur case blanche e2 · Pion blanc sur case noire h2 · Tour blanche sur case noire c1 · Roi blanc sur case noire g1 | Tour noire sur case noire d8 · Tour noire sur case blanche e8 · Roi noir sur case blanche g8 · Pion noir sur case noire a7 · Dame noire sur case noire e7 · Pion noir sur case blanche f7 · Pion noir sur case blanche h7 · Pion noir sur case blanche g6 · Pion noir sur case noire c5 · Fou noir sur case blanche d5 · Cavalier blanc sur case blanche c4 · Dame blanche sur case blanche b3 · Tour blanche sur case noire c3 · Pion noir sur case noire e3 · Pion blanc sur case blanche f3 · Pion blanc sur case noire g3 · Pion blanc sur case blanche a2 · Pion blanc sur case noire b2 · Pion blanc sur case blanche e2 · Pion blanc sur case noire h2 · Tour blanche sur case noire c1 · Roi blanc sur case noire g1 | Tour noire sur case noire d8 · Tour noire sur case blanche e8 · Roi noir sur case blanche g8 · Pion noir sur case noire a7 · Dame noire sur case noire e7 · Pion noir sur case blanche f7 · Pion noir sur case blanche h7 · Pion noir sur case blanche g6 · Pion noir sur case noire c5 · Fou noir sur case blanche d5 · Cavalier blanc sur case blanche c4 · Dame blanche sur case blanche b3 · Tour blanche sur case noire c3 · Pion noir sur case noire e3 · Pion blanc sur case blanche f3 · Pion blanc sur case noire g3 · Pion blanc sur case blanche a2 · Pion blanc sur case noire b2 · Pion blanc sur case blanche e2 · Pion blanc sur case noire h2 · Tour blanche sur case noire c1 · Roi blanc sur case noire g1 | 2 |
| 1 | Tour noire sur case noire d8 · Tour noire sur case blanche e8 · Roi noir sur case blanche g8 · Pion noir sur case noire a7 · Dame noire sur case noire e7 · Pion noir sur case blanche f7 · Pion noir sur case blanche h7 · Pion noir sur case blanche g6 · Pion noir sur case noire c5 · Fou noir sur case blanche d5 · Cavalier blanc sur case blanche c4 · Dame blanche sur case blanche b3 · Tour blanche sur case noire c3 · Pion noir sur case noire e3 · Pion blanc sur case blanche f3 · Pion blanc sur case noire g3 · Pion blanc sur case blanche a2 · Pion blanc sur case noire b2 · Pion blanc sur case blanche e2 · Pion blanc sur case noire h2 · Tour blanche sur case noire c1 · Roi blanc sur case noire g1 | Tour noire sur case noire d8 · Tour noire sur case blanche e8 · Roi noir sur case blanche g8 · Pion noir sur case noire a7 · Dame noire sur case noire e7 · Pion noir sur case blanche f7 · Pion noir sur case blanche h7 · Pion noir sur case blanche g6 · Pion noir sur case noire c5 · Fou noir sur case blanche d5 · Cavalier blanc sur case blanche c4 · Dame blanche sur case blanche b3 · Tour blanche sur case noire c3 · Pion noir sur case noire e3 · Pion blanc sur case blanche f3 · Pion blanc sur case noire g3 · Pion blanc sur case blanche a2 · Pion blanc sur case noire b2 · Pion blanc sur case blanche e2 · Pion blanc sur case noire h2 · Tour blanche sur case noire c1 · Roi blanc sur case noire g1 | Tour noire sur case noire d8 · Tour noire sur case blanche e8 · Roi noir sur case blanche g8 · Pion noir sur case noire a7 · Dame noire sur case noire e7 · Pion noir sur case blanche f7 · Pion noir sur case blanche h7 · Pion noir sur case blanche g6 · Pion noir sur case noire c5 · Fou noir sur case blanche d5 · Cavalier blanc sur case blanche c4 · Dame blanche sur case blanche b3 · Tour blanche sur case noire c3 · Pion noir sur case noire e3 · Pion blanc sur case blanche f3 · Pion blanc sur case noire g3 · Pion blanc sur case blanche a2 · Pion blanc sur case noire b2 · Pion blanc sur case blanche e2 · Pion blanc sur case noire h2 · Tour blanche sur case noire c1 · Roi blanc sur case noire g1 | Tour noire sur case noire d8 · Tour noire sur case blanche e8 · Roi noir sur case blanche g8 · Pion noir sur case noire a7 · Dame noire sur case noire e7 · Pion noir sur case blanche f7 · Pion noir sur case blanche h7 · Pion noir sur case blanche g6 · Pion noir sur case noire c5 · Fou noir sur case blanche d5 · Cavalier blanc sur case blanche c4 · Dame blanche sur case blanche b3 · Tour blanche sur case noire c3 · Pion noir sur case noire e3 · Pion blanc sur case blanche f3 · Pion blanc sur case noire g3 · Pion blanc sur case blanche a2 · Pion blanc sur case noire b2 · Pion blanc sur case blanche e2 · Pion blanc sur case noire h2 · Tour blanche sur case noire c1 · Roi blanc sur case noire g1 | Tour noire sur case noire d8 · Tour noire sur case blanche e8 · Roi noir sur case blanche g8 · Pion noir sur case noire a7 · Dame noire sur case noire e7 · Pion noir sur case blanche f7 · Pion noir sur case blanche h7 · Pion noir sur case blanche g6 · Pion noir sur case noire c5 · Fou noir sur case blanche d5 · Cavalier blanc sur case blanche c4 · Dame blanche sur case blanche b3 · Tour blanche sur case noire c3 · Pion noir sur case noire e3 · Pion blanc sur case blanche f3 · Pion blanc sur case noire g3 · Pion blanc sur case blanche a2 · Pion blanc sur case noire b2 · Pion blanc sur case blanche e2 · Pion blanc sur case noire h2 · Tour blanche sur case noire c1 · Roi blanc sur case noire g1 | Tour noire sur case noire d8 · Tour noire sur case blanche e8 · Roi noir sur case blanche g8 · Pion noir sur case noire a7 · Dame noire sur case noire e7 · Pion noir sur case blanche f7 · Pion noir sur case blanche h7 · Pion noir sur case blanche g6 · Pion noir sur case noire c5 · Fou noir sur case blanche d5 · Cavalier blanc sur case blanche c4 · Dame blanche sur case blanche b3 · Tour blanche sur case noire c3 · Pion noir sur case noire e3 · Pion blanc sur case blanche f3 · Pion blanc sur case noire g3 · Pion blanc sur case blanche a2 · Pion blanc sur case noire b2 · Pion blanc sur case blanche e2 · Pion blanc sur case noire h2 · Tour blanche sur case noire c1 · Roi blanc sur case noire g1 | Tour noire sur case noire d8 · Tour noire sur case blanche e8 · Roi noir sur case blanche g8 · Pion noir sur case noire a7 · Dame noire sur case noire e7 · Pion noir sur case blanche f7 · Pion noir sur case blanche h7 · Pion noir sur case blanche g6 · Pion noir sur case noire c5 · Fou noir sur case blanche d5 · Cavalier blanc sur case blanche c4 · Dame blanche sur case blanche b3 · Tour blanche sur case noire c3 · Pion noir sur case noire e3 · Pion blanc sur case blanche f3 · Pion blanc sur case noire g3 · Pion blanc sur case blanche a2 · Pion blanc sur case noire b2 · Pion blanc sur case blanche e2 · Pion blanc sur case noire h2 · Tour blanche sur case noire c1 · Roi blanc sur case noire g1 | Tour noire sur case noire d8 · Tour noire sur case blanche e8 · Roi noir sur case blanche g8 · Pion noir sur case noire a7 · Dame noire sur case noire e7 · Pion noir sur case blanche f7 · Pion noir sur case blanche h7 · Pion noir sur case blanche g6 · Pion noir sur case noire c5 · Fou noir sur case blanche d5 · Cavalier blanc sur case blanche c4 · Dame blanche sur case blanche b3 · Tour blanche sur case noire c3 · Pion noir sur case noire e3 · Pion blanc sur case blanche f3 · Pion blanc sur case noire g3 · Pion blanc sur case blanche a2 · Pion blanc sur case noire b2 · Pion blanc sur case blanche e2 · Pion blanc sur case noire h2 · Tour blanche sur case noire c1 · Roi blanc sur case noire g1 | 1 |
|   | a | b | c | d | e | f | g | h |   |

4 octobre. Après 19.f3 la partie était encore partagée. 
Fischer–Spassky, partie 15 ; Ouverture Catalane, Variante fermée (ECO E07) 

1.c4 e6 2.Cf3 Cf6 3.g3 d5 4.Fg2 Fe7 5.0-0 0-0 6.d4 Cbd7 7.Cbd2 b6 8.cxd5 exd5 9.Ce5 Fb7 10.Cdf3 Ce4 11.Ff4 Cdf6 12.Tc1 c5 13.dxc5 bxc5 14.Cg5 Cxg5 15.Fxg5 Ce4 16.Fxe7 Dxe7 17.Fxe4 dxe4 18.Cc4 e3 19.f3 Tad8 20.Db3 Tfe8 21.Tc3 Fd5 22.Tfc1 g6 (diagramme) 23.Da3 Fxf3 24.exf3 e2 25.Te1 Td1 26.Rf2 Txe1 27.Rxe1 Dd7 28.Db3 Dh3 29.Ce3 Dxh2 30.g4 Tb8 31.Dd5 Txb2 32.Dd8+ Rg7 33.Cf5+ gxf5 ½–½

#### Partie 16: Spassky 0 Fischer 1 (Est-Indienne)
|   | a | b | c | d | e | f | g | h |   |
| 8 | Roi noir sur case blanche c8 · Tour noire sur case noire d8 · Tour noire sur case noire f8 · Pion noir sur case noire a7 · Pion noir sur case blanche b7 · Fou noir sur case blanche d7 · Pion noir sur case noire e7 · Pion noir sur case noire d6 · Dame noire sur case noire f6 · Pion noir sur case noire h6 · Pion noir sur case noire c5 · Pion blanc sur case blanche d5 · Cavalier noir sur case noire e5 · Pion blanc sur case blanche c4 · Dame blanche sur case blanche e4 · Pion blanc sur case noire h4 · Fou blanc sur case blanche d3 · Cavalier blanc sur case noire g3 · Pion blanc sur case blanche a2 · Tour blanche sur case blanche c2 · Pion blanc sur case noire f2 · Pion blanc sur case blanche g2 · Roi blanc sur case noire g1 · Tour blanche sur case blanche h1 | Roi noir sur case blanche c8 · Tour noire sur case noire d8 · Tour noire sur case noire f8 · Pion noir sur case noire a7 · Pion noir sur case blanche b7 · Fou noir sur case blanche d7 · Pion noir sur case noire e7 · Pion noir sur case noire d6 · Dame noire sur case noire f6 · Pion noir sur case noire h6 · Pion noir sur case noire c5 · Pion blanc sur case blanche d5 · Cavalier noir sur case noire e5 · Pion blanc sur case blanche c4 · Dame blanche sur case blanche e4 · Pion blanc sur case noire h4 · Fou blanc sur case blanche d3 · Cavalier blanc sur case noire g3 · Pion blanc sur case blanche a2 · Tour blanche sur case blanche c2 · Pion blanc sur case noire f2 · Pion blanc sur case blanche g2 · Roi blanc sur case noire g1 · Tour blanche sur case blanche h1 | Roi noir sur case blanche c8 · Tour noire sur case noire d8 · Tour noire sur case noire f8 · Pion noir sur case noire a7 · Pion noir sur case blanche b7 · Fou noir sur case blanche d7 · Pion noir sur case noire e7 · Pion noir sur case noire d6 · Dame noire sur case noire f6 · Pion noir sur case noire h6 · Pion noir sur case noire c5 · Pion blanc sur case blanche d5 · Cavalier noir sur case noire e5 · Pion blanc sur case blanche c4 · Dame blanche sur case blanche e4 · Pion blanc sur case noire h4 · Fou blanc sur case blanche d3 · Cavalier blanc sur case noire g3 · Pion blanc sur case blanche a2 · Tour blanche sur case blanche c2 · Pion blanc sur case noire f2 · Pion blanc sur case blanche g2 · Roi blanc sur case noire g1 · Tour blanche sur case blanche h1 | Roi noir sur case blanche c8 · Tour noire sur case noire d8 · Tour noire sur case noire f8 · Pion noir sur case noire a7 · Pion noir sur case blanche b7 · Fou noir sur case blanche d7 · Pion noir sur case noire e7 · Pion noir sur case noire d6 · Dame noire sur case noire f6 · Pion noir sur case noire h6 · Pion noir sur case noire c5 · Pion blanc sur case blanche d5 · Cavalier noir sur case noire e5 · Pion blanc sur case blanche c4 · Dame blanche sur case blanche e4 · Pion blanc sur case noire h4 · Fou blanc sur case blanche d3 · Cavalier blanc sur case noire g3 · Pion blanc sur case blanche a2 · Tour blanche sur case blanche c2 · Pion blanc sur case noire f2 · Pion blanc sur case blanche g2 · Roi blanc sur case noire g1 · Tour blanche sur case blanche h1 | Roi noir sur case blanche c8 · Tour noire sur case noire d8 · Tour noire sur case noire f8 · Pion noir sur case noire a7 · Pion noir sur case blanche b7 · Fou noir sur case blanche d7 · Pion noir sur case noire e7 · Pion noir sur case noire d6 · Dame noire sur case noire f6 · Pion noir sur case noire h6 · Pion noir sur case noire c5 · Pion blanc sur case blanche d5 · Cavalier noir sur case noire e5 · Pion blanc sur case blanche c4 · Dame blanche sur case blanche e4 · Pion blanc sur case noire h4 · Fou blanc sur case blanche d3 · Cavalier blanc sur case noire g3 · Pion blanc sur case blanche a2 · Tour blanche sur case blanche c2 · Pion blanc sur case noire f2 · Pion blanc sur case blanche g2 · Roi blanc sur case noire g1 · Tour blanche sur case blanche h1 | Roi noir sur case blanche c8 · Tour noire sur case noire d8 · Tour noire sur case noire f8 · Pion noir sur case noire a7 · Pion noir sur case blanche b7 · Fou noir sur case blanche d7 · Pion noir sur case noire e7 · Pion noir sur case noire d6 · Dame noire sur case noire f6 · Pion noir sur case noire h6 · Pion noir sur case noire c5 · Pion blanc sur case blanche d5 · Cavalier noir sur case noire e5 · Pion blanc sur case blanche c4 · Dame blanche sur case blanche e4 · Pion blanc sur case noire h4 · Fou blanc sur case blanche d3 · Cavalier blanc sur case noire g3 · Pion blanc sur case blanche a2 · Tour blanche sur case blanche c2 · Pion blanc sur case noire f2 · Pion blanc sur case blanche g2 · Roi blanc sur case noire g1 · Tour blanche sur case blanche h1 | Roi noir sur case blanche c8 · Tour noire sur case noire d8 · Tour noire sur case noire f8 · Pion noir sur case noire a7 · Pion noir sur case blanche b7 · Fou noir sur case blanche d7 · Pion noir sur case noire e7 · Pion noir sur case noire d6 · Dame noire sur case noire f6 · Pion noir sur case noire h6 · Pion noir sur case noire c5 · Pion blanc sur case blanche d5 · Cavalier noir sur case noire e5 · Pion blanc sur case blanche c4 · Dame blanche sur case blanche e4 · Pion blanc sur case noire h4 · Fou blanc sur case blanche d3 · Cavalier blanc sur case noire g3 · Pion blanc sur case blanche a2 · Tour blanche sur case blanche c2 · Pion blanc sur case noire f2 · Pion blanc sur case blanche g2 · Roi blanc sur case noire g1 · Tour blanche sur case blanche h1 | Roi noir sur case blanche c8 · Tour noire sur case noire d8 · Tour noire sur case noire f8 · Pion noir sur case noire a7 · Pion noir sur case blanche b7 · Fou noir sur case blanche d7 · Pion noir sur case noire e7 · Pion noir sur case noire d6 · Dame noire sur case noire f6 · Pion noir sur case noire h6 · Pion noir sur case noire c5 · Pion blanc sur case blanche d5 · Cavalier noir sur case noire e5 · Pion blanc sur case blanche c4 · Dame blanche sur case blanche e4 · Pion blanc sur case noire h4 · Fou blanc sur case blanche d3 · Cavalier blanc sur case noire g3 · Pion blanc sur case blanche a2 · Tour blanche sur case blanche c2 · Pion blanc sur case noire f2 · Pion blanc sur case blanche g2 · Roi blanc sur case noire g1 · Tour blanche sur case blanche h1 | 8 |
| 7 | Roi noir sur case blanche c8 · Tour noire sur case noire d8 · Tour noire sur case noire f8 · Pion noir sur case noire a7 · Pion noir sur case blanche b7 · Fou noir sur case blanche d7 · Pion noir sur case noire e7 · Pion noir sur case noire d6 · Dame noire sur case noire f6 · Pion noir sur case noire h6 · Pion noir sur case noire c5 · Pion blanc sur case blanche d5 · Cavalier noir sur case noire e5 · Pion blanc sur case blanche c4 · Dame blanche sur case blanche e4 · Pion blanc sur case noire h4 · Fou blanc sur case blanche d3 · Cavalier blanc sur case noire g3 · Pion blanc sur case blanche a2 · Tour blanche sur case blanche c2 · Pion blanc sur case noire f2 · Pion blanc sur case blanche g2 · Roi blanc sur case noire g1 · Tour blanche sur case blanche h1 | Roi noir sur case blanche c8 · Tour noire sur case noire d8 · Tour noire sur case noire f8 · Pion noir sur case noire a7 · Pion noir sur case blanche b7 · Fou noir sur case blanche d7 · Pion noir sur case noire e7 · Pion noir sur case noire d6 · Dame noire sur case noire f6 · Pion noir sur case noire h6 · Pion noir sur case noire c5 · Pion blanc sur case blanche d5 · Cavalier noir sur case noire e5 · Pion blanc sur case blanche c4 · Dame blanche sur case blanche e4 · Pion blanc sur case noire h4 · Fou blanc sur case blanche d3 · Cavalier blanc sur case noire g3 · Pion blanc sur case blanche a2 · Tour blanche sur case blanche c2 · Pion blanc sur case noire f2 · Pion blanc sur case blanche g2 · Roi blanc sur case noire g1 · Tour blanche sur case blanche h1 | Roi noir sur case blanche c8 · Tour noire sur case noire d8 · Tour noire sur case noire f8 · Pion noir sur case noire a7 · Pion noir sur case blanche b7 · Fou noir sur case blanche d7 · Pion noir sur case noire e7 · Pion noir sur case noire d6 · Dame noire sur case noire f6 · Pion noir sur case noire h6 · Pion noir sur case noire c5 · Pion blanc sur case blanche d5 · Cavalier noir sur case noire e5 · Pion blanc sur case blanche c4 · Dame blanche sur case blanche e4 · Pion blanc sur case noire h4 · Fou blanc sur case blanche d3 · Cavalier blanc sur case noire g3 · Pion blanc sur case blanche a2 · Tour blanche sur case blanche c2 · Pion blanc sur case noire f2 · Pion blanc sur case blanche g2 · Roi blanc sur case noire g1 · Tour blanche sur case blanche h1 | Roi noir sur case blanche c8 · Tour noire sur case noire d8 · Tour noire sur case noire f8 · Pion noir sur case noire a7 · Pion noir sur case blanche b7 · Fou noir sur case blanche d7 · Pion noir sur case noire e7 · Pion noir sur case noire d6 · Dame noire sur case noire f6 · Pion noir sur case noire h6 · Pion noir sur case noire c5 · Pion blanc sur case blanche d5 · Cavalier noir sur case noire e5 · Pion blanc sur case blanche c4 · Dame blanche sur case blanche e4 · Pion blanc sur case noire h4 · Fou blanc sur case blanche d3 · Cavalier blanc sur case noire g3 · Pion blanc sur case blanche a2 · Tour blanche sur case blanche c2 · Pion blanc sur case noire f2 · Pion blanc sur case blanche g2 · Roi blanc sur case noire g1 · Tour blanche sur case blanche h1 | Roi noir sur case blanche c8 · Tour noire sur case noire d8 · Tour noire sur case noire f8 · Pion noir sur case noire a7 · Pion noir sur case blanche b7 · Fou noir sur case blanche d7 · Pion noir sur case noire e7 · Pion noir sur case noire d6 · Dame noire sur case noire f6 · Pion noir sur case noire h6 · Pion noir sur case noire c5 · Pion blanc sur case blanche d5 · Cavalier noir sur case noire e5 · Pion blanc sur case blanche c4 · Dame blanche sur case blanche e4 · Pion blanc sur case noire h4 · Fou blanc sur case blanche d3 · Cavalier blanc sur case noire g3 · Pion blanc sur case blanche a2 · Tour blanche sur case blanche c2 · Pion blanc sur case noire f2 · Pion blanc sur case blanche g2 · Roi blanc sur case noire g1 · Tour blanche sur case blanche h1 | Roi noir sur case blanche c8 · Tour noire sur case noire d8 · Tour noire sur case noire f8 · Pion noir sur case noire a7 · Pion noir sur case blanche b7 · Fou noir sur case blanche d7 · Pion noir sur case noire e7 · Pion noir sur case noire d6 · Dame noire sur case noire f6 · Pion noir sur case noire h6 · Pion noir sur case noire c5 · Pion blanc sur case blanche d5 · Cavalier noir sur case noire e5 · Pion blanc sur case blanche c4 · Dame blanche sur case blanche e4 · Pion blanc sur case noire h4 · Fou blanc sur case blanche d3 · Cavalier blanc sur case noire g3 · Pion blanc sur case blanche a2 · Tour blanche sur case blanche c2 · Pion blanc sur case noire f2 · Pion blanc sur case blanche g2 · Roi blanc sur case noire g1 · Tour blanche sur case blanche h1 | Roi noir sur case blanche c8 · Tour noire sur case noire d8 · Tour noire sur case noire f8 · Pion noir sur case noire a7 · Pion noir sur case blanche b7 · Fou noir sur case blanche d7 · Pion noir sur case noire e7 · Pion noir sur case noire d6 · Dame noire sur case noire f6 · Pion noir sur case noire h6 · Pion noir sur case noire c5 · Pion blanc sur case blanche d5 · Cavalier noir sur case noire e5 · Pion blanc sur case blanche c4 · Dame blanche sur case blanche e4 · Pion blanc sur case noire h4 · Fou blanc sur case blanche d3 · Cavalier blanc sur case noire g3 · Pion blanc sur case blanche a2 · Tour blanche sur case blanche c2 · Pion blanc sur case noire f2 · Pion blanc sur case blanche g2 · Roi blanc sur case noire g1 · Tour blanche sur case blanche h1 | Roi noir sur case blanche c8 · Tour noire sur case noire d8 · Tour noire sur case noire f8 · Pion noir sur case noire a7 · Pion noir sur case blanche b7 · Fou noir sur case blanche d7 · Pion noir sur case noire e7 · Pion noir sur case noire d6 · Dame noire sur case noire f6 · Pion noir sur case noire h6 · Pion noir sur case noire c5 · Pion blanc sur case blanche d5 · Cavalier noir sur case noire e5 · Pion blanc sur case blanche c4 · Dame blanche sur case blanche e4 · Pion blanc sur case noire h4 · Fou blanc sur case blanche d3 · Cavalier blanc sur case noire g3 · Pion blanc sur case blanche a2 · Tour blanche sur case blanche c2 · Pion blanc sur case noire f2 · Pion blanc sur case blanche g2 · Roi blanc sur case noire g1 · Tour blanche sur case blanche h1 | 7 |
| 6 | Roi noir sur case blanche c8 · Tour noire sur case noire d8 · Tour noire sur case noire f8 · Pion noir sur case noire a7 · Pion noir sur case blanche b7 · Fou noir sur case blanche d7 · Pion noir sur case noire e7 · Pion noir sur case noire d6 · Dame noire sur case noire f6 · Pion noir sur case noire h6 · Pion noir sur case noire c5 · Pion blanc sur case blanche d5 · Cavalier noir sur case noire e5 · Pion blanc sur case blanche c4 · Dame blanche sur case blanche e4 · Pion blanc sur case noire h4 · Fou blanc sur case blanche d3 · Cavalier blanc sur case noire g3 · Pion blanc sur case blanche a2 · Tour blanche sur case blanche c2 · Pion blanc sur case noire f2 · Pion blanc sur case blanche g2 · Roi blanc sur case noire g1 · Tour blanche sur case blanche h1 | Roi noir sur case blanche c8 · Tour noire sur case noire d8 · Tour noire sur case noire f8 · Pion noir sur case noire a7 · Pion noir sur case blanche b7 · Fou noir sur case blanche d7 · Pion noir sur case noire e7 · Pion noir sur case noire d6 · Dame noire sur case noire f6 · Pion noir sur case noire h6 · Pion noir sur case noire c5 · Pion blanc sur case blanche d5 · Cavalier noir sur case noire e5 · Pion blanc sur case blanche c4 · Dame blanche sur case blanche e4 · Pion blanc sur case noire h4 · Fou blanc sur case blanche d3 · Cavalier blanc sur case noire g3 · Pion blanc sur case blanche a2 · Tour blanche sur case blanche c2 · Pion blanc sur case noire f2 · Pion blanc sur case blanche g2 · Roi blanc sur case noire g1 · Tour blanche sur case blanche h1 | Roi noir sur case blanche c8 · Tour noire sur case noire d8 · Tour noire sur case noire f8 · Pion noir sur case noire a7 · Pion noir sur case blanche b7 · Fou noir sur case blanche d7 · Pion noir sur case noire e7 · Pion noir sur case noire d6 · Dame noire sur case noire f6 · Pion noir sur case noire h6 · Pion noir sur case noire c5 · Pion blanc sur case blanche d5 · Cavalier noir sur case noire e5 · Pion blanc sur case blanche c4 · Dame blanche sur case blanche e4 · Pion blanc sur case noire h4 · Fou blanc sur case blanche d3 · Cavalier blanc sur case noire g3 · Pion blanc sur case blanche a2 · Tour blanche sur case blanche c2 · Pion blanc sur case noire f2 · Pion blanc sur case blanche g2 · Roi blanc sur case noire g1 · Tour blanche sur case blanche h1 | Roi noir sur case blanche c8 · Tour noire sur case noire d8 · Tour noire sur case noire f8 · Pion noir sur case noire a7 · Pion noir sur case blanche b7 · Fou noir sur case blanche d7 · Pion noir sur case noire e7 · Pion noir sur case noire d6 · Dame noire sur case noire f6 · Pion noir sur case noire h6 · Pion noir sur case noire c5 · Pion blanc sur case blanche d5 · Cavalier noir sur case noire e5 · Pion blanc sur case blanche c4 · Dame blanche sur case blanche e4 · Pion blanc sur case noire h4 · Fou blanc sur case blanche d3 · Cavalier blanc sur case noire g3 · Pion blanc sur case blanche a2 · Tour blanche sur case blanche c2 · Pion blanc sur case noire f2 · Pion blanc sur case blanche g2 · Roi blanc sur case noire g1 · Tour blanche sur case blanche h1 | Roi noir sur case blanche c8 · Tour noire sur case noire d8 · Tour noire sur case noire f8 · Pion noir sur case noire a7 · Pion noir sur case blanche b7 · Fou noir sur case blanche d7 · Pion noir sur case noire e7 · Pion noir sur case noire d6 · Dame noire sur case noire f6 · Pion noir sur case noire h6 · Pion noir sur case noire c5 · Pion blanc sur case blanche d5 · Cavalier noir sur case noire e5 · Pion blanc sur case blanche c4 · Dame blanche sur case blanche e4 · Pion blanc sur case noire h4 · Fou blanc sur case blanche d3 · Cavalier blanc sur case noire g3 · Pion blanc sur case blanche a2 · Tour blanche sur case blanche c2 · Pion blanc sur case noire f2 · Pion blanc sur case blanche g2 · Roi blanc sur case noire g1 · Tour blanche sur case blanche h1 | Roi noir sur case blanche c8 · Tour noire sur case noire d8 · Tour noire sur case noire f8 · Pion noir sur case noire a7 · Pion noir sur case blanche b7 · Fou noir sur case blanche d7 · Pion noir sur case noire e7 · Pion noir sur case noire d6 · Dame noire sur case noire f6 · Pion noir sur case noire h6 · Pion noir sur case noire c5 · Pion blanc sur case blanche d5 · Cavalier noir sur case noire e5 · Pion blanc sur case blanche c4 · Dame blanche sur case blanche e4 · Pion blanc sur case noire h4 · Fou blanc sur case blanche d3 · Cavalier blanc sur case noire g3 · Pion blanc sur case blanche a2 · Tour blanche sur case blanche c2 · Pion blanc sur case noire f2 · Pion blanc sur case blanche g2 · Roi blanc sur case noire g1 · Tour blanche sur case blanche h1 | Roi noir sur case blanche c8 · Tour noire sur case noire d8 · Tour noire sur case noire f8 · Pion noir sur case noire a7 · Pion noir sur case blanche b7 · Fou noir sur case blanche d7 · Pion noir sur case noire e7 · Pion noir sur case noire d6 · Dame noire sur case noire f6 · Pion noir sur case noire h6 · Pion noir sur case noire c5 · Pion blanc sur case blanche d5 · Cavalier noir sur case noire e5 · Pion blanc sur case blanche c4 · Dame blanche sur case blanche e4 · Pion blanc sur case noire h4 · Fou blanc sur case blanche d3 · Cavalier blanc sur case noire g3 · Pion blanc sur case blanche a2 · Tour blanche sur case blanche c2 · Pion blanc sur case noire f2 · Pion blanc sur case blanche g2 · Roi blanc sur case noire g1 · Tour blanche sur case blanche h1 | Roi noir sur case blanche c8 · Tour noire sur case noire d8 · Tour noire sur case noire f8 · Pion noir sur case noire a7 · Pion noir sur case blanche b7 · Fou noir sur case blanche d7 · Pion noir sur case noire e7 · Pion noir sur case noire d6 · Dame noire sur case noire f6 · Pion noir sur case noire h6 · Pion noir sur case noire c5 · Pion blanc sur case blanche d5 · Cavalier noir sur case noire e5 · Pion blanc sur case blanche c4 · Dame blanche sur case blanche e4 · Pion blanc sur case noire h4 · Fou blanc sur case blanche d3 · Cavalier blanc sur case noire g3 · Pion blanc sur case blanche a2 · Tour blanche sur case blanche c2 · Pion blanc sur case noire f2 · Pion blanc sur case blanche g2 · Roi blanc sur case noire g1 · Tour blanche sur case blanche h1 | 6 |
| 5 | Roi noir sur case blanche c8 · Tour noire sur case noire d8 · Tour noire sur case noire f8 · Pion noir sur case noire a7 · Pion noir sur case blanche b7 · Fou noir sur case blanche d7 · Pion noir sur case noire e7 · Pion noir sur case noire d6 · Dame noire sur case noire f6 · Pion noir sur case noire h6 · Pion noir sur case noire c5 · Pion blanc sur case blanche d5 · Cavalier noir sur case noire e5 · Pion blanc sur case blanche c4 · Dame blanche sur case blanche e4 · Pion blanc sur case noire h4 · Fou blanc sur case blanche d3 · Cavalier blanc sur case noire g3 · Pion blanc sur case blanche a2 · Tour blanche sur case blanche c2 · Pion blanc sur case noire f2 · Pion blanc sur case blanche g2 · Roi blanc sur case noire g1 · Tour blanche sur case blanche h1 | Roi noir sur case blanche c8 · Tour noire sur case noire d8 · Tour noire sur case noire f8 · Pion noir sur case noire a7 · Pion noir sur case blanche b7 · Fou noir sur case blanche d7 · Pion noir sur case noire e7 · Pion noir sur case noire d6 · Dame noire sur case noire f6 · Pion noir sur case noire h6 · Pion noir sur case noire c5 · Pion blanc sur case blanche d5 · Cavalier noir sur case noire e5 · Pion blanc sur case blanche c4 · Dame blanche sur case blanche e4 · Pion blanc sur case noire h4 · Fou blanc sur case blanche d3 · Cavalier blanc sur case noire g3 · Pion blanc sur case blanche a2 · Tour blanche sur case blanche c2 · Pion blanc sur case noire f2 · Pion blanc sur case blanche g2 · Roi blanc sur case noire g1 · Tour blanche sur case blanche h1 | Roi noir sur case blanche c8 · Tour noire sur case noire d8 · Tour noire sur case noire f8 · Pion noir sur case noire a7 · Pion noir sur case blanche b7 · Fou noir sur case blanche d7 · Pion noir sur case noire e7 · Pion noir sur case noire d6 · Dame noire sur case noire f6 · Pion noir sur case noire h6 · Pion noir sur case noire c5 · Pion blanc sur case blanche d5 · Cavalier noir sur case noire e5 · Pion blanc sur case blanche c4 · Dame blanche sur case blanche e4 · Pion blanc sur case noire h4 · Fou blanc sur case blanche d3 · Cavalier blanc sur case noire g3 · Pion blanc sur case blanche a2 · Tour blanche sur case blanche c2 · Pion blanc sur case noire f2 · Pion blanc sur case blanche g2 · Roi blanc sur case noire g1 · Tour blanche sur case blanche h1 | Roi noir sur case blanche c8 · Tour noire sur case noire d8 · Tour noire sur case noire f8 · Pion noir sur case noire a7 · Pion noir sur case blanche b7 · Fou noir sur case blanche d7 · Pion noir sur case noire e7 · Pion noir sur case noire d6 · Dame noire sur case noire f6 · Pion noir sur case noire h6 · Pion noir sur case noire c5 · Pion blanc sur case blanche d5 · Cavalier noir sur case noire e5 · Pion blanc sur case blanche c4 · Dame blanche sur case blanche e4 · Pion blanc sur case noire h4 · Fou blanc sur case blanche d3 · Cavalier blanc sur case noire g3 · Pion blanc sur case blanche a2 · Tour blanche sur case blanche c2 · Pion blanc sur case noire f2 · Pion blanc sur case blanche g2 · Roi blanc sur case noire g1 · Tour blanche sur case blanche h1 | Roi noir sur case blanche c8 · Tour noire sur case noire d8 · Tour noire sur case noire f8 · Pion noir sur case noire a7 · Pion noir sur case blanche b7 · Fou noir sur case blanche d7 · Pion noir sur case noire e7 · Pion noir sur case noire d6 · Dame noire sur case noire f6 · Pion noir sur case noire h6 · Pion noir sur case noire c5 · Pion blanc sur case blanche d5 · Cavalier noir sur case noire e5 · Pion blanc sur case blanche c4 · Dame blanche sur case blanche e4 · Pion blanc sur case noire h4 · Fou blanc sur case blanche d3 · Cavalier blanc sur case noire g3 · Pion blanc sur case blanche a2 · Tour blanche sur case blanche c2 · Pion blanc sur case noire f2 · Pion blanc sur case blanche g2 · Roi blanc sur case noire g1 · Tour blanche sur case blanche h1 | Roi noir sur case blanche c8 · Tour noire sur case noire d8 · Tour noire sur case noire f8 · Pion noir sur case noire a7 · Pion noir sur case blanche b7 · Fou noir sur case blanche d7 · Pion noir sur case noire e7 · Pion noir sur case noire d6 · Dame noire sur case noire f6 · Pion noir sur case noire h6 · Pion noir sur case noire c5 · Pion blanc sur case blanche d5 · Cavalier noir sur case noire e5 · Pion blanc sur case blanche c4 · Dame blanche sur case blanche e4 · Pion blanc sur case noire h4 · Fou blanc sur case blanche d3 · Cavalier blanc sur case noire g3 · Pion blanc sur case blanche a2 · Tour blanche sur case blanche c2 · Pion blanc sur case noire f2 · Pion blanc sur case blanche g2 · Roi blanc sur case noire g1 · Tour blanche sur case blanche h1 | Roi noir sur case blanche c8 · Tour noire sur case noire d8 · Tour noire sur case noire f8 · Pion noir sur case noire a7 · Pion noir sur case blanche b7 · Fou noir sur case blanche d7 · Pion noir sur case noire e7 · Pion noir sur case noire d6 · Dame noire sur case noire f6 · Pion noir sur case noire h6 · Pion noir sur case noire c5 · Pion blanc sur case blanche d5 · Cavalier noir sur case noire e5 · Pion blanc sur case blanche c4 · Dame blanche sur case blanche e4 · Pion blanc sur case noire h4 · Fou blanc sur case blanche d3 · Cavalier blanc sur case noire g3 · Pion blanc sur case blanche a2 · Tour blanche sur case blanche c2 · Pion blanc sur case noire f2 · Pion blanc sur case blanche g2 · Roi blanc sur case noire g1 · Tour blanche sur case blanche h1 | Roi noir sur case blanche c8 · Tour noire sur case noire d8 · Tour noire sur case noire f8 · Pion noir sur case noire a7 · Pion noir sur case blanche b7 · Fou noir sur case blanche d7 · Pion noir sur case noire e7 · Pion noir sur case noire d6 · Dame noire sur case noire f6 · Pion noir sur case noire h6 · Pion noir sur case noire c5 · Pion blanc sur case blanche d5 · Cavalier noir sur case noire e5 · Pion blanc sur case blanche c4 · Dame blanche sur case blanche e4 · Pion blanc sur case noire h4 · Fou blanc sur case blanche d3 · Cavalier blanc sur case noire g3 · Pion blanc sur case blanche a2 · Tour blanche sur case blanche c2 · Pion blanc sur case noire f2 · Pion blanc sur case blanche g2 · Roi blanc sur case noire g1 · Tour blanche sur case blanche h1 | 5 |
| 4 | Roi noir sur case blanche c8 · Tour noire sur case noire d8 · Tour noire sur case noire f8 · Pion noir sur case noire a7 · Pion noir sur case blanche b7 · Fou noir sur case blanche d7 · Pion noir sur case noire e7 · Pion noir sur case noire d6 · Dame noire sur case noire f6 · Pion noir sur case noire h6 · Pion noir sur case noire c5 · Pion blanc sur case blanche d5 · Cavalier noir sur case noire e5 · Pion blanc sur case blanche c4 · Dame blanche sur case blanche e4 · Pion blanc sur case noire h4 · Fou blanc sur case blanche d3 · Cavalier blanc sur case noire g3 · Pion blanc sur case blanche a2 · Tour blanche sur case blanche c2 · Pion blanc sur case noire f2 · Pion blanc sur case blanche g2 · Roi blanc sur case noire g1 · Tour blanche sur case blanche h1 | Roi noir sur case blanche c8 · Tour noire sur case noire d8 · Tour noire sur case noire f8 · Pion noir sur case noire a7 · Pion noir sur case blanche b7 · Fou noir sur case blanche d7 · Pion noir sur case noire e7 · Pion noir sur case noire d6 · Dame noire sur case noire f6 · Pion noir sur case noire h6 · Pion noir sur case noire c5 · Pion blanc sur case blanche d5 · Cavalier noir sur case noire e5 · Pion blanc sur case blanche c4 · Dame blanche sur case blanche e4 · Pion blanc sur case noire h4 · Fou blanc sur case blanche d3 · Cavalier blanc sur case noire g3 · Pion blanc sur case blanche a2 · Tour blanche sur case blanche c2 · Pion blanc sur case noire f2 · Pion blanc sur case blanche g2 · Roi blanc sur case noire g1 · Tour blanche sur case blanche h1 | Roi noir sur case blanche c8 · Tour noire sur case noire d8 · Tour noire sur case noire f8 · Pion noir sur case noire a7 · Pion noir sur case blanche b7 · Fou noir sur case blanche d7 · Pion noir sur case noire e7 · Pion noir sur case noire d6 · Dame noire sur case noire f6 · Pion noir sur case noire h6 · Pion noir sur case noire c5 · Pion blanc sur case blanche d5 · Cavalier noir sur case noire e5 · Pion blanc sur case blanche c4 · Dame blanche sur case blanche e4 · Pion blanc sur case noire h4 · Fou blanc sur case blanche d3 · Cavalier blanc sur case noire g3 · Pion blanc sur case blanche a2 · Tour blanche sur case blanche c2 · Pion blanc sur case noire f2 · Pion blanc sur case blanche g2 · Roi blanc sur case noire g1 · Tour blanche sur case blanche h1 | Roi noir sur case blanche c8 · Tour noire sur case noire d8 · Tour noire sur case noire f8 · Pion noir sur case noire a7 · Pion noir sur case blanche b7 · Fou noir sur case blanche d7 · Pion noir sur case noire e7 · Pion noir sur case noire d6 · Dame noire sur case noire f6 · Pion noir sur case noire h6 · Pion noir sur case noire c5 · Pion blanc sur case blanche d5 · Cavalier noir sur case noire e5 · Pion blanc sur case blanche c4 · Dame blanche sur case blanche e4 · Pion blanc sur case noire h4 · Fou blanc sur case blanche d3 · Cavalier blanc sur case noire g3 · Pion blanc sur case blanche a2 · Tour blanche sur case blanche c2 · Pion blanc sur case noire f2 · Pion blanc sur case blanche g2 · Roi blanc sur case noire g1 · Tour blanche sur case blanche h1 | Roi noir sur case blanche c8 · Tour noire sur case noire d8 · Tour noire sur case noire f8 · Pion noir sur case noire a7 · Pion noir sur case blanche b7 · Fou noir sur case blanche d7 · Pion noir sur case noire e7 · Pion noir sur case noire d6 · Dame noire sur case noire f6 · Pion noir sur case noire h6 · Pion noir sur case noire c5 · Pion blanc sur case blanche d5 · Cavalier noir sur case noire e5 · Pion blanc sur case blanche c4 · Dame blanche sur case blanche e4 · Pion blanc sur case noire h4 · Fou blanc sur case blanche d3 · Cavalier blanc sur case noire g3 · Pion blanc sur case blanche a2 · Tour blanche sur case blanche c2 · Pion blanc sur case noire f2 · Pion blanc sur case blanche g2 · Roi blanc sur case noire g1 · Tour blanche sur case blanche h1 | Roi noir sur case blanche c8 · Tour noire sur case noire d8 · Tour noire sur case noire f8 · Pion noir sur case noire a7 · Pion noir sur case blanche b7 · Fou noir sur case blanche d7 · Pion noir sur case noire e7 · Pion noir sur case noire d6 · Dame noire sur case noire f6 · Pion noir sur case noire h6 · Pion noir sur case noire c5 · Pion blanc sur case blanche d5 · Cavalier noir sur case noire e5 · Pion blanc sur case blanche c4 · Dame blanche sur case blanche e4 · Pion blanc sur case noire h4 · Fou blanc sur case blanche d3 · Cavalier blanc sur case noire g3 · Pion blanc sur case blanche a2 · Tour blanche sur case blanche c2 · Pion blanc sur case noire f2 · Pion blanc sur case blanche g2 · Roi blanc sur case noire g1 · Tour blanche sur case blanche h1 | Roi noir sur case blanche c8 · Tour noire sur case noire d8 · Tour noire sur case noire f8 · Pion noir sur case noire a7 · Pion noir sur case blanche b7 · Fou noir sur case blanche d7 · Pion noir sur case noire e7 · Pion noir sur case noire d6 · Dame noire sur case noire f6 · Pion noir sur case noire h6 · Pion noir sur case noire c5 · Pion blanc sur case blanche d5 · Cavalier noir sur case noire e5 · Pion blanc sur case blanche c4 · Dame blanche sur case blanche e4 · Pion blanc sur case noire h4 · Fou blanc sur case blanche d3 · Cavalier blanc sur case noire g3 · Pion blanc sur case blanche a2 · Tour blanche sur case blanche c2 · Pion blanc sur case noire f2 · Pion blanc sur case blanche g2 · Roi blanc sur case noire g1 · Tour blanche sur case blanche h1 | Roi noir sur case blanche c8 · Tour noire sur case noire d8 · Tour noire sur case noire f8 · Pion noir sur case noire a7 · Pion noir sur case blanche b7 · Fou noir sur case blanche d7 · Pion noir sur case noire e7 · Pion noir sur case noire d6 · Dame noire sur case noire f6 · Pion noir sur case noire h6 · Pion noir sur case noire c5 · Pion blanc sur case blanche d5 · Cavalier noir sur case noire e5 · Pion blanc sur case blanche c4 · Dame blanche sur case blanche e4 · Pion blanc sur case noire h4 · Fou blanc sur case blanche d3 · Cavalier blanc sur case noire g3 · Pion blanc sur case blanche a2 · Tour blanche sur case blanche c2 · Pion blanc sur case noire f2 · Pion blanc sur case blanche g2 · Roi blanc sur case noire g1 · Tour blanche sur case blanche h1 | 4 |
| 3 | Roi noir sur case blanche c8 · Tour noire sur case noire d8 · Tour noire sur case noire f8 · Pion noir sur case noire a7 · Pion noir sur case blanche b7 · Fou noir sur case blanche d7 · Pion noir sur case noire e7 · Pion noir sur case noire d6 · Dame noire sur case noire f6 · Pion noir sur case noire h6 · Pion noir sur case noire c5 · Pion blanc sur case blanche d5 · Cavalier noir sur case noire e5 · Pion blanc sur case blanche c4 · Dame blanche sur case blanche e4 · Pion blanc sur case noire h4 · Fou blanc sur case blanche d3 · Cavalier blanc sur case noire g3 · Pion blanc sur case blanche a2 · Tour blanche sur case blanche c2 · Pion blanc sur case noire f2 · Pion blanc sur case blanche g2 · Roi blanc sur case noire g1 · Tour blanche sur case blanche h1 | Roi noir sur case blanche c8 · Tour noire sur case noire d8 · Tour noire sur case noire f8 · Pion noir sur case noire a7 · Pion noir sur case blanche b7 · Fou noir sur case blanche d7 · Pion noir sur case noire e7 · Pion noir sur case noire d6 · Dame noire sur case noire f6 · Pion noir sur case noire h6 · Pion noir sur case noire c5 · Pion blanc sur case blanche d5 · Cavalier noir sur case noire e5 · Pion blanc sur case blanche c4 · Dame blanche sur case blanche e4 · Pion blanc sur case noire h4 · Fou blanc sur case blanche d3 · Cavalier blanc sur case noire g3 · Pion blanc sur case blanche a2 · Tour blanche sur case blanche c2 · Pion blanc sur case noire f2 · Pion blanc sur case blanche g2 · Roi blanc sur case noire g1 · Tour blanche sur case blanche h1 | Roi noir sur case blanche c8 · Tour noire sur case noire d8 · Tour noire sur case noire f8 · Pion noir sur case noire a7 · Pion noir sur case blanche b7 · Fou noir sur case blanche d7 · Pion noir sur case noire e7 · Pion noir sur case noire d6 · Dame noire sur case noire f6 · Pion noir sur case noire h6 · Pion noir sur case noire c5 · Pion blanc sur case blanche d5 · Cavalier noir sur case noire e5 · Pion blanc sur case blanche c4 · Dame blanche sur case blanche e4 · Pion blanc sur case noire h4 · Fou blanc sur case blanche d3 · Cavalier blanc sur case noire g3 · Pion blanc sur case blanche a2 · Tour blanche sur case blanche c2 · Pion blanc sur case noire f2 · Pion blanc sur case blanche g2 · Roi blanc sur case noire g1 · Tour blanche sur case blanche h1 | Roi noir sur case blanche c8 · Tour noire sur case noire d8 · Tour noire sur case noire f8 · Pion noir sur case noire a7 · Pion noir sur case blanche b7 · Fou noir sur case blanche d7 · Pion noir sur case noire e7 · Pion noir sur case noire d6 · Dame noire sur case noire f6 · Pion noir sur case noire h6 · Pion noir sur case noire c5 · Pion blanc sur case blanche d5 · Cavalier noir sur case noire e5 · Pion blanc sur case blanche c4 · Dame blanche sur case blanche e4 · Pion blanc sur case noire h4 · Fou blanc sur case blanche d3 · Cavalier blanc sur case noire g3 · Pion blanc sur case blanche a2 · Tour blanche sur case blanche c2 · Pion blanc sur case noire f2 · Pion blanc sur case blanche g2 · Roi blanc sur case noire g1 · Tour blanche sur case blanche h1 | Roi noir sur case blanche c8 · Tour noire sur case noire d8 · Tour noire sur case noire f8 · Pion noir sur case noire a7 · Pion noir sur case blanche b7 · Fou noir sur case blanche d7 · Pion noir sur case noire e7 · Pion noir sur case noire d6 · Dame noire sur case noire f6 · Pion noir sur case noire h6 · Pion noir sur case noire c5 · Pion blanc sur case blanche d5 · Cavalier noir sur case noire e5 · Pion blanc sur case blanche c4 · Dame blanche sur case blanche e4 · Pion blanc sur case noire h4 · Fou blanc sur case blanche d3 · Cavalier blanc sur case noire g3 · Pion blanc sur case blanche a2 · Tour blanche sur case blanche c2 · Pion blanc sur case noire f2 · Pion blanc sur case blanche g2 · Roi blanc sur case noire g1 · Tour blanche sur case blanche h1 | Roi noir sur case blanche c8 · Tour noire sur case noire d8 · Tour noire sur case noire f8 · Pion noir sur case noire a7 · Pion noir sur case blanche b7 · Fou noir sur case blanche d7 · Pion noir sur case noire e7 · Pion noir sur case noire d6 · Dame noire sur case noire f6 · Pion noir sur case noire h6 · Pion noir sur case noire c5 · Pion blanc sur case blanche d5 · Cavalier noir sur case noire e5 · Pion blanc sur case blanche c4 · Dame blanche sur case blanche e4 · Pion blanc sur case noire h4 · Fou blanc sur case blanche d3 · Cavalier blanc sur case noire g3 · Pion blanc sur case blanche a2 · Tour blanche sur case blanche c2 · Pion blanc sur case noire f2 · Pion blanc sur case blanche g2 · Roi blanc sur case noire g1 · Tour blanche sur case blanche h1 | Roi noir sur case blanche c8 · Tour noire sur case noire d8 · Tour noire sur case noire f8 · Pion noir sur case noire a7 · Pion noir sur case blanche b7 · Fou noir sur case blanche d7 · Pion noir sur case noire e7 · Pion noir sur case noire d6 · Dame noire sur case noire f6 · Pion noir sur case noire h6 · Pion noir sur case noire c5 · Pion blanc sur case blanche d5 · Cavalier noir sur case noire e5 · Pion blanc sur case blanche c4 · Dame blanche sur case blanche e4 · Pion blanc sur case noire h4 · Fou blanc sur case blanche d3 · Cavalier blanc sur case noire g3 · Pion blanc sur case blanche a2 · Tour blanche sur case blanche c2 · Pion blanc sur case noire f2 · Pion blanc sur case blanche g2 · Roi blanc sur case noire g1 · Tour blanche sur case blanche h1 | Roi noir sur case blanche c8 · Tour noire sur case noire d8 · Tour noire sur case noire f8 · Pion noir sur case noire a7 · Pion noir sur case blanche b7 · Fou noir sur case blanche d7 · Pion noir sur case noire e7 · Pion noir sur case noire d6 · Dame noire sur case noire f6 · Pion noir sur case noire h6 · Pion noir sur case noire c5 · Pion blanc sur case blanche d5 · Cavalier noir sur case noire e5 · Pion blanc sur case blanche c4 · Dame blanche sur case blanche e4 · Pion blanc sur case noire h4 · Fou blanc sur case blanche d3 · Cavalier blanc sur case noire g3 · Pion blanc sur case blanche a2 · Tour blanche sur case blanche c2 · Pion blanc sur case noire f2 · Pion blanc sur case blanche g2 · Roi blanc sur case noire g1 · Tour blanche sur case blanche h1 | 3 |
| 2 | Roi noir sur case blanche c8 · Tour noire sur case noire d8 · Tour noire sur case noire f8 · Pion noir sur case noire a7 · Pion noir sur case blanche b7 · Fou noir sur case blanche d7 · Pion noir sur case noire e7 · Pion noir sur case noire d6 · Dame noire sur case noire f6 · Pion noir sur case noire h6 · Pion noir sur case noire c5 · Pion blanc sur case blanche d5 · Cavalier noir sur case noire e5 · Pion blanc sur case blanche c4 · Dame blanche sur case blanche e4 · Pion blanc sur case noire h4 · Fou blanc sur case blanche d3 · Cavalier blanc sur case noire g3 · Pion blanc sur case blanche a2 · Tour blanche sur case blanche c2 · Pion blanc sur case noire f2 · Pion blanc sur case blanche g2 · Roi blanc sur case noire g1 · Tour blanche sur case blanche h1 | Roi noir sur case blanche c8 · Tour noire sur case noire d8 · Tour noire sur case noire f8 · Pion noir sur case noire a7 · Pion noir sur case blanche b7 · Fou noir sur case blanche d7 · Pion noir sur case noire e7 · Pion noir sur case noire d6 · Dame noire sur case noire f6 · Pion noir sur case noire h6 · Pion noir sur case noire c5 · Pion blanc sur case blanche d5 · Cavalier noir sur case noire e5 · Pion blanc sur case blanche c4 · Dame blanche sur case blanche e4 · Pion blanc sur case noire h4 · Fou blanc sur case blanche d3 · Cavalier blanc sur case noire g3 · Pion blanc sur case blanche a2 · Tour blanche sur case blanche c2 · Pion blanc sur case noire f2 · Pion blanc sur case blanche g2 · Roi blanc sur case noire g1 · Tour blanche sur case blanche h1 | Roi noir sur case blanche c8 · Tour noire sur case noire d8 · Tour noire sur case noire f8 · Pion noir sur case noire a7 · Pion noir sur case blanche b7 · Fou noir sur case blanche d7 · Pion noir sur case noire e7 · Pion noir sur case noire d6 · Dame noire sur case noire f6 · Pion noir sur case noire h6 · Pion noir sur case noire c5 · Pion blanc sur case blanche d5 · Cavalier noir sur case noire e5 · Pion blanc sur case blanche c4 · Dame blanche sur case blanche e4 · Pion blanc sur case noire h4 · Fou blanc sur case blanche d3 · Cavalier blanc sur case noire g3 · Pion blanc sur case blanche a2 · Tour blanche sur case blanche c2 · Pion blanc sur case noire f2 · Pion blanc sur case blanche g2 · Roi blanc sur case noire g1 · Tour blanche sur case blanche h1 | Roi noir sur case blanche c8 · Tour noire sur case noire d8 · Tour noire sur case noire f8 · Pion noir sur case noire a7 · Pion noir sur case blanche b7 · Fou noir sur case blanche d7 · Pion noir sur case noire e7 · Pion noir sur case noire d6 · Dame noire sur case noire f6 · Pion noir sur case noire h6 · Pion noir sur case noire c5 · Pion blanc sur case blanche d5 · Cavalier noir sur case noire e5 · Pion blanc sur case blanche c4 · Dame blanche sur case blanche e4 · Pion blanc sur case noire h4 · Fou blanc sur case blanche d3 · Cavalier blanc sur case noire g3 · Pion blanc sur case blanche a2 · Tour blanche sur case blanche c2 · Pion blanc sur case noire f2 · Pion blanc sur case blanche g2 · Roi blanc sur case noire g1 · Tour blanche sur case blanche h1 | Roi noir sur case blanche c8 · Tour noire sur case noire d8 · Tour noire sur case noire f8 · Pion noir sur case noire a7 · Pion noir sur case blanche b7 · Fou noir sur case blanche d7 · Pion noir sur case noire e7 · Pion noir sur case noire d6 · Dame noire sur case noire f6 · Pion noir sur case noire h6 · Pion noir sur case noire c5 · Pion blanc sur case blanche d5 · Cavalier noir sur case noire e5 · Pion blanc sur case blanche c4 · Dame blanche sur case blanche e4 · Pion blanc sur case noire h4 · Fou blanc sur case blanche d3 · Cavalier blanc sur case noire g3 · Pion blanc sur case blanche a2 · Tour blanche sur case blanche c2 · Pion blanc sur case noire f2 · Pion blanc sur case blanche g2 · Roi blanc sur case noire g1 · Tour blanche sur case blanche h1 | Roi noir sur case blanche c8 · Tour noire sur case noire d8 · Tour noire sur case noire f8 · Pion noir sur case noire a7 · Pion noir sur case blanche b7 · Fou noir sur case blanche d7 · Pion noir sur case noire e7 · Pion noir sur case noire d6 · Dame noire sur case noire f6 · Pion noir sur case noire h6 · Pion noir sur case noire c5 · Pion blanc sur case blanche d5 · Cavalier noir sur case noire e5 · Pion blanc sur case blanche c4 · Dame blanche sur case blanche e4 · Pion blanc sur case noire h4 · Fou blanc sur case blanche d3 · Cavalier blanc sur case noire g3 · Pion blanc sur case blanche a2 · Tour blanche sur case blanche c2 · Pion blanc sur case noire f2 · Pion blanc sur case blanche g2 · Roi blanc sur case noire g1 · Tour blanche sur case blanche h1 | Roi noir sur case blanche c8 · Tour noire sur case noire d8 · Tour noire sur case noire f8 · Pion noir sur case noire a7 · Pion noir sur case blanche b7 · Fou noir sur case blanche d7 · Pion noir sur case noire e7 · Pion noir sur case noire d6 · Dame noire sur case noire f6 · Pion noir sur case noire h6 · Pion noir sur case noire c5 · Pion blanc sur case blanche d5 · Cavalier noir sur case noire e5 · Pion blanc sur case blanche c4 · Dame blanche sur case blanche e4 · Pion blanc sur case noire h4 · Fou blanc sur case blanche d3 · Cavalier blanc sur case noire g3 · Pion blanc sur case blanche a2 · Tour blanche sur case blanche c2 · Pion blanc sur case noire f2 · Pion blanc sur case blanche g2 · Roi blanc sur case noire g1 · Tour blanche sur case blanche h1 | Roi noir sur case blanche c8 · Tour noire sur case noire d8 · Tour noire sur case noire f8 · Pion noir sur case noire a7 · Pion noir sur case blanche b7 · Fou noir sur case blanche d7 · Pion noir sur case noire e7 · Pion noir sur case noire d6 · Dame noire sur case noire f6 · Pion noir sur case noire h6 · Pion noir sur case noire c5 · Pion blanc sur case blanche d5 · Cavalier noir sur case noire e5 · Pion blanc sur case blanche c4 · Dame blanche sur case blanche e4 · Pion blanc sur case noire h4 · Fou blanc sur case blanche d3 · Cavalier blanc sur case noire g3 · Pion blanc sur case blanche a2 · Tour blanche sur case blanche c2 · Pion blanc sur case noire f2 · Pion blanc sur case blanche g2 · Roi blanc sur case noire g1 · Tour blanche sur case blanche h1 | 2 |
| 1 | Roi noir sur case blanche c8 · Tour noire sur case noire d8 · Tour noire sur case noire f8 · Pion noir sur case noire a7 · Pion noir sur case blanche b7 · Fou noir sur case blanche d7 · Pion noir sur case noire e7 · Pion noir sur case noire d6 · Dame noire sur case noire f6 · Pion noir sur case noire h6 · Pion noir sur case noire c5 · Pion blanc sur case blanche d5 · Cavalier noir sur case noire e5 · Pion blanc sur case blanche c4 · Dame blanche sur case blanche e4 · Pion blanc sur case noire h4 · Fou blanc sur case blanche d3 · Cavalier blanc sur case noire g3 · Pion blanc sur case blanche a2 · Tour blanche sur case blanche c2 · Pion blanc sur case noire f2 · Pion blanc sur case blanche g2 · Roi blanc sur case noire g1 · Tour blanche sur case blanche h1 | Roi noir sur case blanche c8 · Tour noire sur case noire d8 · Tour noire sur case noire f8 · Pion noir sur case noire a7 · Pion noir sur case blanche b7 · Fou noir sur case blanche d7 · Pion noir sur case noire e7 · Pion noir sur case noire d6 · Dame noire sur case noire f6 · Pion noir sur case noire h6 · Pion noir sur case noire c5 · Pion blanc sur case blanche d5 · Cavalier noir sur case noire e5 · Pion blanc sur case blanche c4 · Dame blanche sur case blanche e4 · Pion blanc sur case noire h4 · Fou blanc sur case blanche d3 · Cavalier blanc sur case noire g3 · Pion blanc sur case blanche a2 · Tour blanche sur case blanche c2 · Pion blanc sur case noire f2 · Pion blanc sur case blanche g2 · Roi blanc sur case noire g1 · Tour blanche sur case blanche h1 | Roi noir sur case blanche c8 · Tour noire sur case noire d8 · Tour noire sur case noire f8 · Pion noir sur case noire a7 · Pion noir sur case blanche b7 · Fou noir sur case blanche d7 · Pion noir sur case noire e7 · Pion noir sur case noire d6 · Dame noire sur case noire f6 · Pion noir sur case noire h6 · Pion noir sur case noire c5 · Pion blanc sur case blanche d5 · Cavalier noir sur case noire e5 · Pion blanc sur case blanche c4 · Dame blanche sur case blanche e4 · Pion blanc sur case noire h4 · Fou blanc sur case blanche d3 · Cavalier blanc sur case noire g3 · Pion blanc sur case blanche a2 · Tour blanche sur case blanche c2 · Pion blanc sur case noire f2 · Pion blanc sur case blanche g2 · Roi blanc sur case noire g1 · Tour blanche sur case blanche h1 | Roi noir sur case blanche c8 · Tour noire sur case noire d8 · Tour noire sur case noire f8 · Pion noir sur case noire a7 · Pion noir sur case blanche b7 · Fou noir sur case blanche d7 · Pion noir sur case noire e7 · Pion noir sur case noire d6 · Dame noire sur case noire f6 · Pion noir sur case noire h6 · Pion noir sur case noire c5 · Pion blanc sur case blanche d5 · Cavalier noir sur case noire e5 · Pion blanc sur case blanche c4 · Dame blanche sur case blanche e4 · Pion blanc sur case noire h4 · Fou blanc sur case blanche d3 · Cavalier blanc sur case noire g3 · Pion blanc sur case blanche a2 · Tour blanche sur case blanche c2 · Pion blanc sur case noire f2 · Pion blanc sur case blanche g2 · Roi blanc sur case noire g1 · Tour blanche sur case blanche h1 | Roi noir sur case blanche c8 · Tour noire sur case noire d8 · Tour noire sur case noire f8 · Pion noir sur case noire a7 · Pion noir sur case blanche b7 · Fou noir sur case blanche d7 · Pion noir sur case noire e7 · Pion noir sur case noire d6 · Dame noire sur case noire f6 · Pion noir sur case noire h6 · Pion noir sur case noire c5 · Pion blanc sur case blanche d5 · Cavalier noir sur case noire e5 · Pion blanc sur case blanche c4 · Dame blanche sur case blanche e4 · Pion blanc sur case noire h4 · Fou blanc sur case blanche d3 · Cavalier blanc sur case noire g3 · Pion blanc sur case blanche a2 · Tour blanche sur case blanche c2 · Pion blanc sur case noire f2 · Pion blanc sur case blanche g2 · Roi blanc sur case noire g1 · Tour blanche sur case blanche h1 | Roi noir sur case blanche c8 · Tour noire sur case noire d8 · Tour noire sur case noire f8 · Pion noir sur case noire a7 · Pion noir sur case blanche b7 · Fou noir sur case blanche d7 · Pion noir sur case noire e7 · Pion noir sur case noire d6 · Dame noire sur case noire f6 · Pion noir sur case noire h6 · Pion noir sur case noire c5 · Pion blanc sur case blanche d5 · Cavalier noir sur case noire e5 · Pion blanc sur case blanche c4 · Dame blanche sur case blanche e4 · Pion blanc sur case noire h4 · Fou blanc sur case blanche d3 · Cavalier blanc sur case noire g3 · Pion blanc sur case blanche a2 · Tour blanche sur case blanche c2 · Pion blanc sur case noire f2 · Pion blanc sur case blanche g2 · Roi blanc sur case noire g1 · Tour blanche sur case blanche h1 | Roi noir sur case blanche c8 · Tour noire sur case noire d8 · Tour noire sur case noire f8 · Pion noir sur case noire a7 · Pion noir sur case blanche b7 · Fou noir sur case blanche d7 · Pion noir sur case noire e7 · Pion noir sur case noire d6 · Dame noire sur case noire f6 · Pion noir sur case noire h6 · Pion noir sur case noire c5 · Pion blanc sur case blanche d5 · Cavalier noir sur case noire e5 · Pion blanc sur case blanche c4 · Dame blanche sur case blanche e4 · Pion blanc sur case noire h4 · Fou blanc sur case blanche d3 · Cavalier blanc sur case noire g3 · Pion blanc sur case blanche a2 · Tour blanche sur case blanche c2 · Pion blanc sur case noire f2 · Pion blanc sur case blanche g2 · Roi blanc sur case noire g1 · Tour blanche sur case blanche h1 | Roi noir sur case blanche c8 · Tour noire sur case noire d8 · Tour noire sur case noire f8 · Pion noir sur case noire a7 · Pion noir sur case blanche b7 · Fou noir sur case blanche d7 · Pion noir sur case noire e7 · Pion noir sur case noire d6 · Dame noire sur case noire f6 · Pion noir sur case noire h6 · Pion noir sur case noire c5 · Pion blanc sur case blanche d5 · Cavalier noir sur case noire e5 · Pion blanc sur case blanche c4 · Dame blanche sur case blanche e4 · Pion blanc sur case noire h4 · Fou blanc sur case blanche d3 · Cavalier blanc sur case noire g3 · Pion blanc sur case blanche a2 · Tour blanche sur case blanche c2 · Pion blanc sur case noire f2 · Pion blanc sur case blanche g2 · Roi blanc sur case noire g1 · Tour blanche sur case blanche h1 | 1 |
|   | a | b | c | d | e | f | g | h |   |

7 octobre. Les joueurs ont atteint une défense Benoni (ECO A56) après 5...Fg7, qui a amené à la Défense est-indienne après 6.Fg5. Spassky aurait dû jouer 9.DQd2 Ch5 10.Fe2 Cxg3 11.hxg3 a6 12.Cf3 Cd7 13.0-0 Tb8 14.a4 avec un léger avantage pour les Blancs (Minev). 
Spassky–Fischer, partie 16 ; Défense est-indienne (ECO E70) 

1.d4 Cf6 2.c4 c5 3.d5 d6 4.Cc3 g6 5.e4 Fg7 6.Fg5 h6 7.Fh4 g5 8.Fg3 Da5 9.Fd3 Cxe4 10.Fxe4 Fxc3 11.bxc3 Dxc3+ 12.Rf1 f5 13.Tc1 Df6 14.h4 g4 15.Fd3 f4 16.Ce2 fxg3 17.Cxg3 Tf8 18.Tc2 Cd7 19.Dxg4 Ce5 20.De4 Fd7 21.Rg1 0-0-0 (diagramme) 22.Ff1 Tg8 23.f4 Cxc4 24.Ch5 Df7 25.Dxc4 Dxh5 26.Tb2 Tg3 27.Fe2 Df7 28.Ff3 Tdg8 29.Db3 b6 30.De3 Df6 31.Te2 Fb5 32.Td2 e5 33.dxe6e.p. Fc6 34.Rf1 Fxf3 0–1

#### Partie 17: Fischer 1 Spassky 0 (Sicilienne fermée)
|   | a | b | c | d | e | f | g | h |   |
| 8 | Tour noire sur case blanche e8 · Roi noir sur case blanche g8 · Pion noir sur case noire a7 · Pion noir sur case blanche b7 · Dame noire sur case blanche d7 · Pion noir sur case blanche f7 · Pion noir sur case noire g7 · Pion noir sur case blanche h7 · Cavalier noir sur case blanche c6 · Fou noir sur case blanche e6 · Pion noir sur case noire c5 · Pion noir sur case noire d4 · Fou blanc sur case noire f4 · Pion blanc sur case blanche g4 · Pion blanc sur case blanche d3 · Dame blanche sur case blanche f3 · Pion blanc sur case blanche h3 · Pion blanc sur case blanche a2 · Pion blanc sur case noire b2 · Pion blanc sur case blanche c2 · Pion blanc sur case noire f2 · Fou blanc sur case blanche g2 · Tour blanche sur case noire a1 · Roi blanc sur case noire g1 | Tour noire sur case blanche e8 · Roi noir sur case blanche g8 · Pion noir sur case noire a7 · Pion noir sur case blanche b7 · Dame noire sur case blanche d7 · Pion noir sur case blanche f7 · Pion noir sur case noire g7 · Pion noir sur case blanche h7 · Cavalier noir sur case blanche c6 · Fou noir sur case blanche e6 · Pion noir sur case noire c5 · Pion noir sur case noire d4 · Fou blanc sur case noire f4 · Pion blanc sur case blanche g4 · Pion blanc sur case blanche d3 · Dame blanche sur case blanche f3 · Pion blanc sur case blanche h3 · Pion blanc sur case blanche a2 · Pion blanc sur case noire b2 · Pion blanc sur case blanche c2 · Pion blanc sur case noire f2 · Fou blanc sur case blanche g2 · Tour blanche sur case noire a1 · Roi blanc sur case noire g1 | Tour noire sur case blanche e8 · Roi noir sur case blanche g8 · Pion noir sur case noire a7 · Pion noir sur case blanche b7 · Dame noire sur case blanche d7 · Pion noir sur case blanche f7 · Pion noir sur case noire g7 · Pion noir sur case blanche h7 · Cavalier noir sur case blanche c6 · Fou noir sur case blanche e6 · Pion noir sur case noire c5 · Pion noir sur case noire d4 · Fou blanc sur case noire f4 · Pion blanc sur case blanche g4 · Pion blanc sur case blanche d3 · Dame blanche sur case blanche f3 · Pion blanc sur case blanche h3 · Pion blanc sur case blanche a2 · Pion blanc sur case noire b2 · Pion blanc sur case blanche c2 · Pion blanc sur case noire f2 · Fou blanc sur case blanche g2 · Tour blanche sur case noire a1 · Roi blanc sur case noire g1 | Tour noire sur case blanche e8 · Roi noir sur case blanche g8 · Pion noir sur case noire a7 · Pion noir sur case blanche b7 · Dame noire sur case blanche d7 · Pion noir sur case blanche f7 · Pion noir sur case noire g7 · Pion noir sur case blanche h7 · Cavalier noir sur case blanche c6 · Fou noir sur case blanche e6 · Pion noir sur case noire c5 · Pion noir sur case noire d4 · Fou blanc sur case noire f4 · Pion blanc sur case blanche g4 · Pion blanc sur case blanche d3 · Dame blanche sur case blanche f3 · Pion blanc sur case blanche h3 · Pion blanc sur case blanche a2 · Pion blanc sur case noire b2 · Pion blanc sur case blanche c2 · Pion blanc sur case noire f2 · Fou blanc sur case blanche g2 · Tour blanche sur case noire a1 · Roi blanc sur case noire g1 | Tour noire sur case blanche e8 · Roi noir sur case blanche g8 · Pion noir sur case noire a7 · Pion noir sur case blanche b7 · Dame noire sur case blanche d7 · Pion noir sur case blanche f7 · Pion noir sur case noire g7 · Pion noir sur case blanche h7 · Cavalier noir sur case blanche c6 · Fou noir sur case blanche e6 · Pion noir sur case noire c5 · Pion noir sur case noire d4 · Fou blanc sur case noire f4 · Pion blanc sur case blanche g4 · Pion blanc sur case blanche d3 · Dame blanche sur case blanche f3 · Pion blanc sur case blanche h3 · Pion blanc sur case blanche a2 · Pion blanc sur case noire b2 · Pion blanc sur case blanche c2 · Pion blanc sur case noire f2 · Fou blanc sur case blanche g2 · Tour blanche sur case noire a1 · Roi blanc sur case noire g1 | Tour noire sur case blanche e8 · Roi noir sur case blanche g8 · Pion noir sur case noire a7 · Pion noir sur case blanche b7 · Dame noire sur case blanche d7 · Pion noir sur case blanche f7 · Pion noir sur case noire g7 · Pion noir sur case blanche h7 · Cavalier noir sur case blanche c6 · Fou noir sur case blanche e6 · Pion noir sur case noire c5 · Pion noir sur case noire d4 · Fou blanc sur case noire f4 · Pion blanc sur case blanche g4 · Pion blanc sur case blanche d3 · Dame blanche sur case blanche f3 · Pion blanc sur case blanche h3 · Pion blanc sur case blanche a2 · Pion blanc sur case noire b2 · Pion blanc sur case blanche c2 · Pion blanc sur case noire f2 · Fou blanc sur case blanche g2 · Tour blanche sur case noire a1 · Roi blanc sur case noire g1 | Tour noire sur case blanche e8 · Roi noir sur case blanche g8 · Pion noir sur case noire a7 · Pion noir sur case blanche b7 · Dame noire sur case blanche d7 · Pion noir sur case blanche f7 · Pion noir sur case noire g7 · Pion noir sur case blanche h7 · Cavalier noir sur case blanche c6 · Fou noir sur case blanche e6 · Pion noir sur case noire c5 · Pion noir sur case noire d4 · Fou blanc sur case noire f4 · Pion blanc sur case blanche g4 · Pion blanc sur case blanche d3 · Dame blanche sur case blanche f3 · Pion blanc sur case blanche h3 · Pion blanc sur case blanche a2 · Pion blanc sur case noire b2 · Pion blanc sur case blanche c2 · Pion blanc sur case noire f2 · Fou blanc sur case blanche g2 · Tour blanche sur case noire a1 · Roi blanc sur case noire g1 | Tour noire sur case blanche e8 · Roi noir sur case blanche g8 · Pion noir sur case noire a7 · Pion noir sur case blanche b7 · Dame noire sur case blanche d7 · Pion noir sur case blanche f7 · Pion noir sur case noire g7 · Pion noir sur case blanche h7 · Cavalier noir sur case blanche c6 · Fou noir sur case blanche e6 · Pion noir sur case noire c5 · Pion noir sur case noire d4 · Fou blanc sur case noire f4 · Pion blanc sur case blanche g4 · Pion blanc sur case blanche d3 · Dame blanche sur case blanche f3 · Pion blanc sur case blanche h3 · Pion blanc sur case blanche a2 · Pion blanc sur case noire b2 · Pion blanc sur case blanche c2 · Pion blanc sur case noire f2 · Fou blanc sur case blanche g2 · Tour blanche sur case noire a1 · Roi blanc sur case noire g1 | 8 |
| 7 | Tour noire sur case blanche e8 · Roi noir sur case blanche g8 · Pion noir sur case noire a7 · Pion noir sur case blanche b7 · Dame noire sur case blanche d7 · Pion noir sur case blanche f7 · Pion noir sur case noire g7 · Pion noir sur case blanche h7 · Cavalier noir sur case blanche c6 · Fou noir sur case blanche e6 · Pion noir sur case noire c5 · Pion noir sur case noire d4 · Fou blanc sur case noire f4 · Pion blanc sur case blanche g4 · Pion blanc sur case blanche d3 · Dame blanche sur case blanche f3 · Pion blanc sur case blanche h3 · Pion blanc sur case blanche a2 · Pion blanc sur case noire b2 · Pion blanc sur case blanche c2 · Pion blanc sur case noire f2 · Fou blanc sur case blanche g2 · Tour blanche sur case noire a1 · Roi blanc sur case noire g1 | Tour noire sur case blanche e8 · Roi noir sur case blanche g8 · Pion noir sur case noire a7 · Pion noir sur case blanche b7 · Dame noire sur case blanche d7 · Pion noir sur case blanche f7 · Pion noir sur case noire g7 · Pion noir sur case blanche h7 · Cavalier noir sur case blanche c6 · Fou noir sur case blanche e6 · Pion noir sur case noire c5 · Pion noir sur case noire d4 · Fou blanc sur case noire f4 · Pion blanc sur case blanche g4 · Pion blanc sur case blanche d3 · Dame blanche sur case blanche f3 · Pion blanc sur case blanche h3 · Pion blanc sur case blanche a2 · Pion blanc sur case noire b2 · Pion blanc sur case blanche c2 · Pion blanc sur case noire f2 · Fou blanc sur case blanche g2 · Tour blanche sur case noire a1 · Roi blanc sur case noire g1 | Tour noire sur case blanche e8 · Roi noir sur case blanche g8 · Pion noir sur case noire a7 · Pion noir sur case blanche b7 · Dame noire sur case blanche d7 · Pion noir sur case blanche f7 · Pion noir sur case noire g7 · Pion noir sur case blanche h7 · Cavalier noir sur case blanche c6 · Fou noir sur case blanche e6 · Pion noir sur case noire c5 · Pion noir sur case noire d4 · Fou blanc sur case noire f4 · Pion blanc sur case blanche g4 · Pion blanc sur case blanche d3 · Dame blanche sur case blanche f3 · Pion blanc sur case blanche h3 · Pion blanc sur case blanche a2 · Pion blanc sur case noire b2 · Pion blanc sur case blanche c2 · Pion blanc sur case noire f2 · Fou blanc sur case blanche g2 · Tour blanche sur case noire a1 · Roi blanc sur case noire g1 | Tour noire sur case blanche e8 · Roi noir sur case blanche g8 · Pion noir sur case noire a7 · Pion noir sur case blanche b7 · Dame noire sur case blanche d7 · Pion noir sur case blanche f7 · Pion noir sur case noire g7 · Pion noir sur case blanche h7 · Cavalier noir sur case blanche c6 · Fou noir sur case blanche e6 · Pion noir sur case noire c5 · Pion noir sur case noire d4 · Fou blanc sur case noire f4 · Pion blanc sur case blanche g4 · Pion blanc sur case blanche d3 · Dame blanche sur case blanche f3 · Pion blanc sur case blanche h3 · Pion blanc sur case blanche a2 · Pion blanc sur case noire b2 · Pion blanc sur case blanche c2 · Pion blanc sur case noire f2 · Fou blanc sur case blanche g2 · Tour blanche sur case noire a1 · Roi blanc sur case noire g1 | Tour noire sur case blanche e8 · Roi noir sur case blanche g8 · Pion noir sur case noire a7 · Pion noir sur case blanche b7 · Dame noire sur case blanche d7 · Pion noir sur case blanche f7 · Pion noir sur case noire g7 · Pion noir sur case blanche h7 · Cavalier noir sur case blanche c6 · Fou noir sur case blanche e6 · Pion noir sur case noire c5 · Pion noir sur case noire d4 · Fou blanc sur case noire f4 · Pion blanc sur case blanche g4 · Pion blanc sur case blanche d3 · Dame blanche sur case blanche f3 · Pion blanc sur case blanche h3 · Pion blanc sur case blanche a2 · Pion blanc sur case noire b2 · Pion blanc sur case blanche c2 · Pion blanc sur case noire f2 · Fou blanc sur case blanche g2 · Tour blanche sur case noire a1 · Roi blanc sur case noire g1 | Tour noire sur case blanche e8 · Roi noir sur case blanche g8 · Pion noir sur case noire a7 · Pion noir sur case blanche b7 · Dame noire sur case blanche d7 · Pion noir sur case blanche f7 · Pion noir sur case noire g7 · Pion noir sur case blanche h7 · Cavalier noir sur case blanche c6 · Fou noir sur case blanche e6 · Pion noir sur case noire c5 · Pion noir sur case noire d4 · Fou blanc sur case noire f4 · Pion blanc sur case blanche g4 · Pion blanc sur case blanche d3 · Dame blanche sur case blanche f3 · Pion blanc sur case blanche h3 · Pion blanc sur case blanche a2 · Pion blanc sur case noire b2 · Pion blanc sur case blanche c2 · Pion blanc sur case noire f2 · Fou blanc sur case blanche g2 · Tour blanche sur case noire a1 · Roi blanc sur case noire g1 | Tour noire sur case blanche e8 · Roi noir sur case blanche g8 · Pion noir sur case noire a7 · Pion noir sur case blanche b7 · Dame noire sur case blanche d7 · Pion noir sur case blanche f7 · Pion noir sur case noire g7 · Pion noir sur case blanche h7 · Cavalier noir sur case blanche c6 · Fou noir sur case blanche e6 · Pion noir sur case noire c5 · Pion noir sur case noire d4 · Fou blanc sur case noire f4 · Pion blanc sur case blanche g4 · Pion blanc sur case blanche d3 · Dame blanche sur case blanche f3 · Pion blanc sur case blanche h3 · Pion blanc sur case blanche a2 · Pion blanc sur case noire b2 · Pion blanc sur case blanche c2 · Pion blanc sur case noire f2 · Fou blanc sur case blanche g2 · Tour blanche sur case noire a1 · Roi blanc sur case noire g1 | Tour noire sur case blanche e8 · Roi noir sur case blanche g8 · Pion noir sur case noire a7 · Pion noir sur case blanche b7 · Dame noire sur case blanche d7 · Pion noir sur case blanche f7 · Pion noir sur case noire g7 · Pion noir sur case blanche h7 · Cavalier noir sur case blanche c6 · Fou noir sur case blanche e6 · Pion noir sur case noire c5 · Pion noir sur case noire d4 · Fou blanc sur case noire f4 · Pion blanc sur case blanche g4 · Pion blanc sur case blanche d3 · Dame blanche sur case blanche f3 · Pion blanc sur case blanche h3 · Pion blanc sur case blanche a2 · Pion blanc sur case noire b2 · Pion blanc sur case blanche c2 · Pion blanc sur case noire f2 · Fou blanc sur case blanche g2 · Tour blanche sur case noire a1 · Roi blanc sur case noire g1 | 7 |
| 6 | Tour noire sur case blanche e8 · Roi noir sur case blanche g8 · Pion noir sur case noire a7 · Pion noir sur case blanche b7 · Dame noire sur case blanche d7 · Pion noir sur case blanche f7 · Pion noir sur case noire g7 · Pion noir sur case blanche h7 · Cavalier noir sur case blanche c6 · Fou noir sur case blanche e6 · Pion noir sur case noire c5 · Pion noir sur case noire d4 · Fou blanc sur case noire f4 · Pion blanc sur case blanche g4 · Pion blanc sur case blanche d3 · Dame blanche sur case blanche f3 · Pion blanc sur case blanche h3 · Pion blanc sur case blanche a2 · Pion blanc sur case noire b2 · Pion blanc sur case blanche c2 · Pion blanc sur case noire f2 · Fou blanc sur case blanche g2 · Tour blanche sur case noire a1 · Roi blanc sur case noire g1 | Tour noire sur case blanche e8 · Roi noir sur case blanche g8 · Pion noir sur case noire a7 · Pion noir sur case blanche b7 · Dame noire sur case blanche d7 · Pion noir sur case blanche f7 · Pion noir sur case noire g7 · Pion noir sur case blanche h7 · Cavalier noir sur case blanche c6 · Fou noir sur case blanche e6 · Pion noir sur case noire c5 · Pion noir sur case noire d4 · Fou blanc sur case noire f4 · Pion blanc sur case blanche g4 · Pion blanc sur case blanche d3 · Dame blanche sur case blanche f3 · Pion blanc sur case blanche h3 · Pion blanc sur case blanche a2 · Pion blanc sur case noire b2 · Pion blanc sur case blanche c2 · Pion blanc sur case noire f2 · Fou blanc sur case blanche g2 · Tour blanche sur case noire a1 · Roi blanc sur case noire g1 | Tour noire sur case blanche e8 · Roi noir sur case blanche g8 · Pion noir sur case noire a7 · Pion noir sur case blanche b7 · Dame noire sur case blanche d7 · Pion noir sur case blanche f7 · Pion noir sur case noire g7 · Pion noir sur case blanche h7 · Cavalier noir sur case blanche c6 · Fou noir sur case blanche e6 · Pion noir sur case noire c5 · Pion noir sur case noire d4 · Fou blanc sur case noire f4 · Pion blanc sur case blanche g4 · Pion blanc sur case blanche d3 · Dame blanche sur case blanche f3 · Pion blanc sur case blanche h3 · Pion blanc sur case blanche a2 · Pion blanc sur case noire b2 · Pion blanc sur case blanche c2 · Pion blanc sur case noire f2 · Fou blanc sur case blanche g2 · Tour blanche sur case noire a1 · Roi blanc sur case noire g1 | Tour noire sur case blanche e8 · Roi noir sur case blanche g8 · Pion noir sur case noire a7 · Pion noir sur case blanche b7 · Dame noire sur case blanche d7 · Pion noir sur case blanche f7 · Pion noir sur case noire g7 · Pion noir sur case blanche h7 · Cavalier noir sur case blanche c6 · Fou noir sur case blanche e6 · Pion noir sur case noire c5 · Pion noir sur case noire d4 · Fou blanc sur case noire f4 · Pion blanc sur case blanche g4 · Pion blanc sur case blanche d3 · Dame blanche sur case blanche f3 · Pion blanc sur case blanche h3 · Pion blanc sur case blanche a2 · Pion blanc sur case noire b2 · Pion blanc sur case blanche c2 · Pion blanc sur case noire f2 · Fou blanc sur case blanche g2 · Tour blanche sur case noire a1 · Roi blanc sur case noire g1 | Tour noire sur case blanche e8 · Roi noir sur case blanche g8 · Pion noir sur case noire a7 · Pion noir sur case blanche b7 · Dame noire sur case blanche d7 · Pion noir sur case blanche f7 · Pion noir sur case noire g7 · Pion noir sur case blanche h7 · Cavalier noir sur case blanche c6 · Fou noir sur case blanche e6 · Pion noir sur case noire c5 · Pion noir sur case noire d4 · Fou blanc sur case noire f4 · Pion blanc sur case blanche g4 · Pion blanc sur case blanche d3 · Dame blanche sur case blanche f3 · Pion blanc sur case blanche h3 · Pion blanc sur case blanche a2 · Pion blanc sur case noire b2 · Pion blanc sur case blanche c2 · Pion blanc sur case noire f2 · Fou blanc sur case blanche g2 · Tour blanche sur case noire a1 · Roi blanc sur case noire g1 | Tour noire sur case blanche e8 · Roi noir sur case blanche g8 · Pion noir sur case noire a7 · Pion noir sur case blanche b7 · Dame noire sur case blanche d7 · Pion noir sur case blanche f7 · Pion noir sur case noire g7 · Pion noir sur case blanche h7 · Cavalier noir sur case blanche c6 · Fou noir sur case blanche e6 · Pion noir sur case noire c5 · Pion noir sur case noire d4 · Fou blanc sur case noire f4 · Pion blanc sur case blanche g4 · Pion blanc sur case blanche d3 · Dame blanche sur case blanche f3 · Pion blanc sur case blanche h3 · Pion blanc sur case blanche a2 · Pion blanc sur case noire b2 · Pion blanc sur case blanche c2 · Pion blanc sur case noire f2 · Fou blanc sur case blanche g2 · Tour blanche sur case noire a1 · Roi blanc sur case noire g1 | Tour noire sur case blanche e8 · Roi noir sur case blanche g8 · Pion noir sur case noire a7 · Pion noir sur case blanche b7 · Dame noire sur case blanche d7 · Pion noir sur case blanche f7 · Pion noir sur case noire g7 · Pion noir sur case blanche h7 · Cavalier noir sur case blanche c6 · Fou noir sur case blanche e6 · Pion noir sur case noire c5 · Pion noir sur case noire d4 · Fou blanc sur case noire f4 · Pion blanc sur case blanche g4 · Pion blanc sur case blanche d3 · Dame blanche sur case blanche f3 · Pion blanc sur case blanche h3 · Pion blanc sur case blanche a2 · Pion blanc sur case noire b2 · Pion blanc sur case blanche c2 · Pion blanc sur case noire f2 · Fou blanc sur case blanche g2 · Tour blanche sur case noire a1 · Roi blanc sur case noire g1 | Tour noire sur case blanche e8 · Roi noir sur case blanche g8 · Pion noir sur case noire a7 · Pion noir sur case blanche b7 · Dame noire sur case blanche d7 · Pion noir sur case blanche f7 · Pion noir sur case noire g7 · Pion noir sur case blanche h7 · Cavalier noir sur case blanche c6 · Fou noir sur case blanche e6 · Pion noir sur case noire c5 · Pion noir sur case noire d4 · Fou blanc sur case noire f4 · Pion blanc sur case blanche g4 · Pion blanc sur case blanche d3 · Dame blanche sur case blanche f3 · Pion blanc sur case blanche h3 · Pion blanc sur case blanche a2 · Pion blanc sur case noire b2 · Pion blanc sur case blanche c2 · Pion blanc sur case noire f2 · Fou blanc sur case blanche g2 · Tour blanche sur case noire a1 · Roi blanc sur case noire g1 | 6 |
| 5 | Tour noire sur case blanche e8 · Roi noir sur case blanche g8 · Pion noir sur case noire a7 · Pion noir sur case blanche b7 · Dame noire sur case blanche d7 · Pion noir sur case blanche f7 · Pion noir sur case noire g7 · Pion noir sur case blanche h7 · Cavalier noir sur case blanche c6 · Fou noir sur case blanche e6 · Pion noir sur case noire c5 · Pion noir sur case noire d4 · Fou blanc sur case noire f4 · Pion blanc sur case blanche g4 · Pion blanc sur case blanche d3 · Dame blanche sur case blanche f3 · Pion blanc sur case blanche h3 · Pion blanc sur case blanche a2 · Pion blanc sur case noire b2 · Pion blanc sur case blanche c2 · Pion blanc sur case noire f2 · Fou blanc sur case blanche g2 · Tour blanche sur case noire a1 · Roi blanc sur case noire g1 | Tour noire sur case blanche e8 · Roi noir sur case blanche g8 · Pion noir sur case noire a7 · Pion noir sur case blanche b7 · Dame noire sur case blanche d7 · Pion noir sur case blanche f7 · Pion noir sur case noire g7 · Pion noir sur case blanche h7 · Cavalier noir sur case blanche c6 · Fou noir sur case blanche e6 · Pion noir sur case noire c5 · Pion noir sur case noire d4 · Fou blanc sur case noire f4 · Pion blanc sur case blanche g4 · Pion blanc sur case blanche d3 · Dame blanche sur case blanche f3 · Pion blanc sur case blanche h3 · Pion blanc sur case blanche a2 · Pion blanc sur case noire b2 · Pion blanc sur case blanche c2 · Pion blanc sur case noire f2 · Fou blanc sur case blanche g2 · Tour blanche sur case noire a1 · Roi blanc sur case noire g1 | Tour noire sur case blanche e8 · Roi noir sur case blanche g8 · Pion noir sur case noire a7 · Pion noir sur case blanche b7 · Dame noire sur case blanche d7 · Pion noir sur case blanche f7 · Pion noir sur case noire g7 · Pion noir sur case blanche h7 · Cavalier noir sur case blanche c6 · Fou noir sur case blanche e6 · Pion noir sur case noire c5 · Pion noir sur case noire d4 · Fou blanc sur case noire f4 · Pion blanc sur case blanche g4 · Pion blanc sur case blanche d3 · Dame blanche sur case blanche f3 · Pion blanc sur case blanche h3 · Pion blanc sur case blanche a2 · Pion blanc sur case noire b2 · Pion blanc sur case blanche c2 · Pion blanc sur case noire f2 · Fou blanc sur case blanche g2 · Tour blanche sur case noire a1 · Roi blanc sur case noire g1 | Tour noire sur case blanche e8 · Roi noir sur case blanche g8 · Pion noir sur case noire a7 · Pion noir sur case blanche b7 · Dame noire sur case blanche d7 · Pion noir sur case blanche f7 · Pion noir sur case noire g7 · Pion noir sur case blanche h7 · Cavalier noir sur case blanche c6 · Fou noir sur case blanche e6 · Pion noir sur case noire c5 · Pion noir sur case noire d4 · Fou blanc sur case noire f4 · Pion blanc sur case blanche g4 · Pion blanc sur case blanche d3 · Dame blanche sur case blanche f3 · Pion blanc sur case blanche h3 · Pion blanc sur case blanche a2 · Pion blanc sur case noire b2 · Pion blanc sur case blanche c2 · Pion blanc sur case noire f2 · Fou blanc sur case blanche g2 · Tour blanche sur case noire a1 · Roi blanc sur case noire g1 | Tour noire sur case blanche e8 · Roi noir sur case blanche g8 · Pion noir sur case noire a7 · Pion noir sur case blanche b7 · Dame noire sur case blanche d7 · Pion noir sur case blanche f7 · Pion noir sur case noire g7 · Pion noir sur case blanche h7 · Cavalier noir sur case blanche c6 · Fou noir sur case blanche e6 · Pion noir sur case noire c5 · Pion noir sur case noire d4 · Fou blanc sur case noire f4 · Pion blanc sur case blanche g4 · Pion blanc sur case blanche d3 · Dame blanche sur case blanche f3 · Pion blanc sur case blanche h3 · Pion blanc sur case blanche a2 · Pion blanc sur case noire b2 · Pion blanc sur case blanche c2 · Pion blanc sur case noire f2 · Fou blanc sur case blanche g2 · Tour blanche sur case noire a1 · Roi blanc sur case noire g1 | Tour noire sur case blanche e8 · Roi noir sur case blanche g8 · Pion noir sur case noire a7 · Pion noir sur case blanche b7 · Dame noire sur case blanche d7 · Pion noir sur case blanche f7 · Pion noir sur case noire g7 · Pion noir sur case blanche h7 · Cavalier noir sur case blanche c6 · Fou noir sur case blanche e6 · Pion noir sur case noire c5 · Pion noir sur case noire d4 · Fou blanc sur case noire f4 · Pion blanc sur case blanche g4 · Pion blanc sur case blanche d3 · Dame blanche sur case blanche f3 · Pion blanc sur case blanche h3 · Pion blanc sur case blanche a2 · Pion blanc sur case noire b2 · Pion blanc sur case blanche c2 · Pion blanc sur case noire f2 · Fou blanc sur case blanche g2 · Tour blanche sur case noire a1 · Roi blanc sur case noire g1 | Tour noire sur case blanche e8 · Roi noir sur case blanche g8 · Pion noir sur case noire a7 · Pion noir sur case blanche b7 · Dame noire sur case blanche d7 · Pion noir sur case blanche f7 · Pion noir sur case noire g7 · Pion noir sur case blanche h7 · Cavalier noir sur case blanche c6 · Fou noir sur case blanche e6 · Pion noir sur case noire c5 · Pion noir sur case noire d4 · Fou blanc sur case noire f4 · Pion blanc sur case blanche g4 · Pion blanc sur case blanche d3 · Dame blanche sur case blanche f3 · Pion blanc sur case blanche h3 · Pion blanc sur case blanche a2 · Pion blanc sur case noire b2 · Pion blanc sur case blanche c2 · Pion blanc sur case noire f2 · Fou blanc sur case blanche g2 · Tour blanche sur case noire a1 · Roi blanc sur case noire g1 | Tour noire sur case blanche e8 · Roi noir sur case blanche g8 · Pion noir sur case noire a7 · Pion noir sur case blanche b7 · Dame noire sur case blanche d7 · Pion noir sur case blanche f7 · Pion noir sur case noire g7 · Pion noir sur case blanche h7 · Cavalier noir sur case blanche c6 · Fou noir sur case blanche e6 · Pion noir sur case noire c5 · Pion noir sur case noire d4 · Fou blanc sur case noire f4 · Pion blanc sur case blanche g4 · Pion blanc sur case blanche d3 · Dame blanche sur case blanche f3 · Pion blanc sur case blanche h3 · Pion blanc sur case blanche a2 · Pion blanc sur case noire b2 · Pion blanc sur case blanche c2 · Pion blanc sur case noire f2 · Fou blanc sur case blanche g2 · Tour blanche sur case noire a1 · Roi blanc sur case noire g1 | 5 |
| 4 | Tour noire sur case blanche e8 · Roi noir sur case blanche g8 · Pion noir sur case noire a7 · Pion noir sur case blanche b7 · Dame noire sur case blanche d7 · Pion noir sur case blanche f7 · Pion noir sur case noire g7 · Pion noir sur case blanche h7 · Cavalier noir sur case blanche c6 · Fou noir sur case blanche e6 · Pion noir sur case noire c5 · Pion noir sur case noire d4 · Fou blanc sur case noire f4 · Pion blanc sur case blanche g4 · Pion blanc sur case blanche d3 · Dame blanche sur case blanche f3 · Pion blanc sur case blanche h3 · Pion blanc sur case blanche a2 · Pion blanc sur case noire b2 · Pion blanc sur case blanche c2 · Pion blanc sur case noire f2 · Fou blanc sur case blanche g2 · Tour blanche sur case noire a1 · Roi blanc sur case noire g1 | Tour noire sur case blanche e8 · Roi noir sur case blanche g8 · Pion noir sur case noire a7 · Pion noir sur case blanche b7 · Dame noire sur case blanche d7 · Pion noir sur case blanche f7 · Pion noir sur case noire g7 · Pion noir sur case blanche h7 · Cavalier noir sur case blanche c6 · Fou noir sur case blanche e6 · Pion noir sur case noire c5 · Pion noir sur case noire d4 · Fou blanc sur case noire f4 · Pion blanc sur case blanche g4 · Pion blanc sur case blanche d3 · Dame blanche sur case blanche f3 · Pion blanc sur case blanche h3 · Pion blanc sur case blanche a2 · Pion blanc sur case noire b2 · Pion blanc sur case blanche c2 · Pion blanc sur case noire f2 · Fou blanc sur case blanche g2 · Tour blanche sur case noire a1 · Roi blanc sur case noire g1 | Tour noire sur case blanche e8 · Roi noir sur case blanche g8 · Pion noir sur case noire a7 · Pion noir sur case blanche b7 · Dame noire sur case blanche d7 · Pion noir sur case blanche f7 · Pion noir sur case noire g7 · Pion noir sur case blanche h7 · Cavalier noir sur case blanche c6 · Fou noir sur case blanche e6 · Pion noir sur case noire c5 · Pion noir sur case noire d4 · Fou blanc sur case noire f4 · Pion blanc sur case blanche g4 · Pion blanc sur case blanche d3 · Dame blanche sur case blanche f3 · Pion blanc sur case blanche h3 · Pion blanc sur case blanche a2 · Pion blanc sur case noire b2 · Pion blanc sur case blanche c2 · Pion blanc sur case noire f2 · Fou blanc sur case blanche g2 · Tour blanche sur case noire a1 · Roi blanc sur case noire g1 | Tour noire sur case blanche e8 · Roi noir sur case blanche g8 · Pion noir sur case noire a7 · Pion noir sur case blanche b7 · Dame noire sur case blanche d7 · Pion noir sur case blanche f7 · Pion noir sur case noire g7 · Pion noir sur case blanche h7 · Cavalier noir sur case blanche c6 · Fou noir sur case blanche e6 · Pion noir sur case noire c5 · Pion noir sur case noire d4 · Fou blanc sur case noire f4 · Pion blanc sur case blanche g4 · Pion blanc sur case blanche d3 · Dame blanche sur case blanche f3 · Pion blanc sur case blanche h3 · Pion blanc sur case blanche a2 · Pion blanc sur case noire b2 · Pion blanc sur case blanche c2 · Pion blanc sur case noire f2 · Fou blanc sur case blanche g2 · Tour blanche sur case noire a1 · Roi blanc sur case noire g1 | Tour noire sur case blanche e8 · Roi noir sur case blanche g8 · Pion noir sur case noire a7 · Pion noir sur case blanche b7 · Dame noire sur case blanche d7 · Pion noir sur case blanche f7 · Pion noir sur case noire g7 · Pion noir sur case blanche h7 · Cavalier noir sur case blanche c6 · Fou noir sur case blanche e6 · Pion noir sur case noire c5 · Pion noir sur case noire d4 · Fou blanc sur case noire f4 · Pion blanc sur case blanche g4 · Pion blanc sur case blanche d3 · Dame blanche sur case blanche f3 · Pion blanc sur case blanche h3 · Pion blanc sur case blanche a2 · Pion blanc sur case noire b2 · Pion blanc sur case blanche c2 · Pion blanc sur case noire f2 · Fou blanc sur case blanche g2 · Tour blanche sur case noire a1 · Roi blanc sur case noire g1 | Tour noire sur case blanche e8 · Roi noir sur case blanche g8 · Pion noir sur case noire a7 · Pion noir sur case blanche b7 · Dame noire sur case blanche d7 · Pion noir sur case blanche f7 · Pion noir sur case noire g7 · Pion noir sur case blanche h7 · Cavalier noir sur case blanche c6 · Fou noir sur case blanche e6 · Pion noir sur case noire c5 · Pion noir sur case noire d4 · Fou blanc sur case noire f4 · Pion blanc sur case blanche g4 · Pion blanc sur case blanche d3 · Dame blanche sur case blanche f3 · Pion blanc sur case blanche h3 · Pion blanc sur case blanche a2 · Pion blanc sur case noire b2 · Pion blanc sur case blanche c2 · Pion blanc sur case noire f2 · Fou blanc sur case blanche g2 · Tour blanche sur case noire a1 · Roi blanc sur case noire g1 | Tour noire sur case blanche e8 · Roi noir sur case blanche g8 · Pion noir sur case noire a7 · Pion noir sur case blanche b7 · Dame noire sur case blanche d7 · Pion noir sur case blanche f7 · Pion noir sur case noire g7 · Pion noir sur case blanche h7 · Cavalier noir sur case blanche c6 · Fou noir sur case blanche e6 · Pion noir sur case noire c5 · Pion noir sur case noire d4 · Fou blanc sur case noire f4 · Pion blanc sur case blanche g4 · Pion blanc sur case blanche d3 · Dame blanche sur case blanche f3 · Pion blanc sur case blanche h3 · Pion blanc sur case blanche a2 · Pion blanc sur case noire b2 · Pion blanc sur case blanche c2 · Pion blanc sur case noire f2 · Fou blanc sur case blanche g2 · Tour blanche sur case noire a1 · Roi blanc sur case noire g1 | Tour noire sur case blanche e8 · Roi noir sur case blanche g8 · Pion noir sur case noire a7 · Pion noir sur case blanche b7 · Dame noire sur case blanche d7 · Pion noir sur case blanche f7 · Pion noir sur case noire g7 · Pion noir sur case blanche h7 · Cavalier noir sur case blanche c6 · Fou noir sur case blanche e6 · Pion noir sur case noire c5 · Pion noir sur case noire d4 · Fou blanc sur case noire f4 · Pion blanc sur case blanche g4 · Pion blanc sur case blanche d3 · Dame blanche sur case blanche f3 · Pion blanc sur case blanche h3 · Pion blanc sur case blanche a2 · Pion blanc sur case noire b2 · Pion blanc sur case blanche c2 · Pion blanc sur case noire f2 · Fou blanc sur case blanche g2 · Tour blanche sur case noire a1 · Roi blanc sur case noire g1 | 4 |
| 3 | Tour noire sur case blanche e8 · Roi noir sur case blanche g8 · Pion noir sur case noire a7 · Pion noir sur case blanche b7 · Dame noire sur case blanche d7 · Pion noir sur case blanche f7 · Pion noir sur case noire g7 · Pion noir sur case blanche h7 · Cavalier noir sur case blanche c6 · Fou noir sur case blanche e6 · Pion noir sur case noire c5 · Pion noir sur case noire d4 · Fou blanc sur case noire f4 · Pion blanc sur case blanche g4 · Pion blanc sur case blanche d3 · Dame blanche sur case blanche f3 · Pion blanc sur case blanche h3 · Pion blanc sur case blanche a2 · Pion blanc sur case noire b2 · Pion blanc sur case blanche c2 · Pion blanc sur case noire f2 · Fou blanc sur case blanche g2 · Tour blanche sur case noire a1 · Roi blanc sur case noire g1 | Tour noire sur case blanche e8 · Roi noir sur case blanche g8 · Pion noir sur case noire a7 · Pion noir sur case blanche b7 · Dame noire sur case blanche d7 · Pion noir sur case blanche f7 · Pion noir sur case noire g7 · Pion noir sur case blanche h7 · Cavalier noir sur case blanche c6 · Fou noir sur case blanche e6 · Pion noir sur case noire c5 · Pion noir sur case noire d4 · Fou blanc sur case noire f4 · Pion blanc sur case blanche g4 · Pion blanc sur case blanche d3 · Dame blanche sur case blanche f3 · Pion blanc sur case blanche h3 · Pion blanc sur case blanche a2 · Pion blanc sur case noire b2 · Pion blanc sur case blanche c2 · Pion blanc sur case noire f2 · Fou blanc sur case blanche g2 · Tour blanche sur case noire a1 · Roi blanc sur case noire g1 | Tour noire sur case blanche e8 · Roi noir sur case blanche g8 · Pion noir sur case noire a7 · Pion noir sur case blanche b7 · Dame noire sur case blanche d7 · Pion noir sur case blanche f7 · Pion noir sur case noire g7 · Pion noir sur case blanche h7 · Cavalier noir sur case blanche c6 · Fou noir sur case blanche e6 · Pion noir sur case noire c5 · Pion noir sur case noire d4 · Fou blanc sur case noire f4 · Pion blanc sur case blanche g4 · Pion blanc sur case blanche d3 · Dame blanche sur case blanche f3 · Pion blanc sur case blanche h3 · Pion blanc sur case blanche a2 · Pion blanc sur case noire b2 · Pion blanc sur case blanche c2 · Pion blanc sur case noire f2 · Fou blanc sur case blanche g2 · Tour blanche sur case noire a1 · Roi blanc sur case noire g1 | Tour noire sur case blanche e8 · Roi noir sur case blanche g8 · Pion noir sur case noire a7 · Pion noir sur case blanche b7 · Dame noire sur case blanche d7 · Pion noir sur case blanche f7 · Pion noir sur case noire g7 · Pion noir sur case blanche h7 · Cavalier noir sur case blanche c6 · Fou noir sur case blanche e6 · Pion noir sur case noire c5 · Pion noir sur case noire d4 · Fou blanc sur case noire f4 · Pion blanc sur case blanche g4 · Pion blanc sur case blanche d3 · Dame blanche sur case blanche f3 · Pion blanc sur case blanche h3 · Pion blanc sur case blanche a2 · Pion blanc sur case noire b2 · Pion blanc sur case blanche c2 · Pion blanc sur case noire f2 · Fou blanc sur case blanche g2 · Tour blanche sur case noire a1 · Roi blanc sur case noire g1 | Tour noire sur case blanche e8 · Roi noir sur case blanche g8 · Pion noir sur case noire a7 · Pion noir sur case blanche b7 · Dame noire sur case blanche d7 · Pion noir sur case blanche f7 · Pion noir sur case noire g7 · Pion noir sur case blanche h7 · Cavalier noir sur case blanche c6 · Fou noir sur case blanche e6 · Pion noir sur case noire c5 · Pion noir sur case noire d4 · Fou blanc sur case noire f4 · Pion blanc sur case blanche g4 · Pion blanc sur case blanche d3 · Dame blanche sur case blanche f3 · Pion blanc sur case blanche h3 · Pion blanc sur case blanche a2 · Pion blanc sur case noire b2 · Pion blanc sur case blanche c2 · Pion blanc sur case noire f2 · Fou blanc sur case blanche g2 · Tour blanche sur case noire a1 · Roi blanc sur case noire g1 | Tour noire sur case blanche e8 · Roi noir sur case blanche g8 · Pion noir sur case noire a7 · Pion noir sur case blanche b7 · Dame noire sur case blanche d7 · Pion noir sur case blanche f7 · Pion noir sur case noire g7 · Pion noir sur case blanche h7 · Cavalier noir sur case blanche c6 · Fou noir sur case blanche e6 · Pion noir sur case noire c5 · Pion noir sur case noire d4 · Fou blanc sur case noire f4 · Pion blanc sur case blanche g4 · Pion blanc sur case blanche d3 · Dame blanche sur case blanche f3 · Pion blanc sur case blanche h3 · Pion blanc sur case blanche a2 · Pion blanc sur case noire b2 · Pion blanc sur case blanche c2 · Pion blanc sur case noire f2 · Fou blanc sur case blanche g2 · Tour blanche sur case noire a1 · Roi blanc sur case noire g1 | Tour noire sur case blanche e8 · Roi noir sur case blanche g8 · Pion noir sur case noire a7 · Pion noir sur case blanche b7 · Dame noire sur case blanche d7 · Pion noir sur case blanche f7 · Pion noir sur case noire g7 · Pion noir sur case blanche h7 · Cavalier noir sur case blanche c6 · Fou noir sur case blanche e6 · Pion noir sur case noire c5 · Pion noir sur case noire d4 · Fou blanc sur case noire f4 · Pion blanc sur case blanche g4 · Pion blanc sur case blanche d3 · Dame blanche sur case blanche f3 · Pion blanc sur case blanche h3 · Pion blanc sur case blanche a2 · Pion blanc sur case noire b2 · Pion blanc sur case blanche c2 · Pion blanc sur case noire f2 · Fou blanc sur case blanche g2 · Tour blanche sur case noire a1 · Roi blanc sur case noire g1 | Tour noire sur case blanche e8 · Roi noir sur case blanche g8 · Pion noir sur case noire a7 · Pion noir sur case blanche b7 · Dame noire sur case blanche d7 · Pion noir sur case blanche f7 · Pion noir sur case noire g7 · Pion noir sur case blanche h7 · Cavalier noir sur case blanche c6 · Fou noir sur case blanche e6 · Pion noir sur case noire c5 · Pion noir sur case noire d4 · Fou blanc sur case noire f4 · Pion blanc sur case blanche g4 · Pion blanc sur case blanche d3 · Dame blanche sur case blanche f3 · Pion blanc sur case blanche h3 · Pion blanc sur case blanche a2 · Pion blanc sur case noire b2 · Pion blanc sur case blanche c2 · Pion blanc sur case noire f2 · Fou blanc sur case blanche g2 · Tour blanche sur case noire a1 · Roi blanc sur case noire g1 | 3 |
| 2 | Tour noire sur case blanche e8 · Roi noir sur case blanche g8 · Pion noir sur case noire a7 · Pion noir sur case blanche b7 · Dame noire sur case blanche d7 · Pion noir sur case blanche f7 · Pion noir sur case noire g7 · Pion noir sur case blanche h7 · Cavalier noir sur case blanche c6 · Fou noir sur case blanche e6 · Pion noir sur case noire c5 · Pion noir sur case noire d4 · Fou blanc sur case noire f4 · Pion blanc sur case blanche g4 · Pion blanc sur case blanche d3 · Dame blanche sur case blanche f3 · Pion blanc sur case blanche h3 · Pion blanc sur case blanche a2 · Pion blanc sur case noire b2 · Pion blanc sur case blanche c2 · Pion blanc sur case noire f2 · Fou blanc sur case blanche g2 · Tour blanche sur case noire a1 · Roi blanc sur case noire g1 | Tour noire sur case blanche e8 · Roi noir sur case blanche g8 · Pion noir sur case noire a7 · Pion noir sur case blanche b7 · Dame noire sur case blanche d7 · Pion noir sur case blanche f7 · Pion noir sur case noire g7 · Pion noir sur case blanche h7 · Cavalier noir sur case blanche c6 · Fou noir sur case blanche e6 · Pion noir sur case noire c5 · Pion noir sur case noire d4 · Fou blanc sur case noire f4 · Pion blanc sur case blanche g4 · Pion blanc sur case blanche d3 · Dame blanche sur case blanche f3 · Pion blanc sur case blanche h3 · Pion blanc sur case blanche a2 · Pion blanc sur case noire b2 · Pion blanc sur case blanche c2 · Pion blanc sur case noire f2 · Fou blanc sur case blanche g2 · Tour blanche sur case noire a1 · Roi blanc sur case noire g1 | Tour noire sur case blanche e8 · Roi noir sur case blanche g8 · Pion noir sur case noire a7 · Pion noir sur case blanche b7 · Dame noire sur case blanche d7 · Pion noir sur case blanche f7 · Pion noir sur case noire g7 · Pion noir sur case blanche h7 · Cavalier noir sur case blanche c6 · Fou noir sur case blanche e6 · Pion noir sur case noire c5 · Pion noir sur case noire d4 · Fou blanc sur case noire f4 · Pion blanc sur case blanche g4 · Pion blanc sur case blanche d3 · Dame blanche sur case blanche f3 · Pion blanc sur case blanche h3 · Pion blanc sur case blanche a2 · Pion blanc sur case noire b2 · Pion blanc sur case blanche c2 · Pion blanc sur case noire f2 · Fou blanc sur case blanche g2 · Tour blanche sur case noire a1 · Roi blanc sur case noire g1 | Tour noire sur case blanche e8 · Roi noir sur case blanche g8 · Pion noir sur case noire a7 · Pion noir sur case blanche b7 · Dame noire sur case blanche d7 · Pion noir sur case blanche f7 · Pion noir sur case noire g7 · Pion noir sur case blanche h7 · Cavalier noir sur case blanche c6 · Fou noir sur case blanche e6 · Pion noir sur case noire c5 · Pion noir sur case noire d4 · Fou blanc sur case noire f4 · Pion blanc sur case blanche g4 · Pion blanc sur case blanche d3 · Dame blanche sur case blanche f3 · Pion blanc sur case blanche h3 · Pion blanc sur case blanche a2 · Pion blanc sur case noire b2 · Pion blanc sur case blanche c2 · Pion blanc sur case noire f2 · Fou blanc sur case blanche g2 · Tour blanche sur case noire a1 · Roi blanc sur case noire g1 | Tour noire sur case blanche e8 · Roi noir sur case blanche g8 · Pion noir sur case noire a7 · Pion noir sur case blanche b7 · Dame noire sur case blanche d7 · Pion noir sur case blanche f7 · Pion noir sur case noire g7 · Pion noir sur case blanche h7 · Cavalier noir sur case blanche c6 · Fou noir sur case blanche e6 · Pion noir sur case noire c5 · Pion noir sur case noire d4 · Fou blanc sur case noire f4 · Pion blanc sur case blanche g4 · Pion blanc sur case blanche d3 · Dame blanche sur case blanche f3 · Pion blanc sur case blanche h3 · Pion blanc sur case blanche a2 · Pion blanc sur case noire b2 · Pion blanc sur case blanche c2 · Pion blanc sur case noire f2 · Fou blanc sur case blanche g2 · Tour blanche sur case noire a1 · Roi blanc sur case noire g1 | Tour noire sur case blanche e8 · Roi noir sur case blanche g8 · Pion noir sur case noire a7 · Pion noir sur case blanche b7 · Dame noire sur case blanche d7 · Pion noir sur case blanche f7 · Pion noir sur case noire g7 · Pion noir sur case blanche h7 · Cavalier noir sur case blanche c6 · Fou noir sur case blanche e6 · Pion noir sur case noire c5 · Pion noir sur case noire d4 · Fou blanc sur case noire f4 · Pion blanc sur case blanche g4 · Pion blanc sur case blanche d3 · Dame blanche sur case blanche f3 · Pion blanc sur case blanche h3 · Pion blanc sur case blanche a2 · Pion blanc sur case noire b2 · Pion blanc sur case blanche c2 · Pion blanc sur case noire f2 · Fou blanc sur case blanche g2 · Tour blanche sur case noire a1 · Roi blanc sur case noire g1 | Tour noire sur case blanche e8 · Roi noir sur case blanche g8 · Pion noir sur case noire a7 · Pion noir sur case blanche b7 · Dame noire sur case blanche d7 · Pion noir sur case blanche f7 · Pion noir sur case noire g7 · Pion noir sur case blanche h7 · Cavalier noir sur case blanche c6 · Fou noir sur case blanche e6 · Pion noir sur case noire c5 · Pion noir sur case noire d4 · Fou blanc sur case noire f4 · Pion blanc sur case blanche g4 · Pion blanc sur case blanche d3 · Dame blanche sur case blanche f3 · Pion blanc sur case blanche h3 · Pion blanc sur case blanche a2 · Pion blanc sur case noire b2 · Pion blanc sur case blanche c2 · Pion blanc sur case noire f2 · Fou blanc sur case blanche g2 · Tour blanche sur case noire a1 · Roi blanc sur case noire g1 | Tour noire sur case blanche e8 · Roi noir sur case blanche g8 · Pion noir sur case noire a7 · Pion noir sur case blanche b7 · Dame noire sur case blanche d7 · Pion noir sur case blanche f7 · Pion noir sur case noire g7 · Pion noir sur case blanche h7 · Cavalier noir sur case blanche c6 · Fou noir sur case blanche e6 · Pion noir sur case noire c5 · Pion noir sur case noire d4 · Fou blanc sur case noire f4 · Pion blanc sur case blanche g4 · Pion blanc sur case blanche d3 · Dame blanche sur case blanche f3 · Pion blanc sur case blanche h3 · Pion blanc sur case blanche a2 · Pion blanc sur case noire b2 · Pion blanc sur case blanche c2 · Pion blanc sur case noire f2 · Fou blanc sur case blanche g2 · Tour blanche sur case noire a1 · Roi blanc sur case noire g1 | 2 |
| 1 | Tour noire sur case blanche e8 · Roi noir sur case blanche g8 · Pion noir sur case noire a7 · Pion noir sur case blanche b7 · Dame noire sur case blanche d7 · Pion noir sur case blanche f7 · Pion noir sur case noire g7 · Pion noir sur case blanche h7 · Cavalier noir sur case blanche c6 · Fou noir sur case blanche e6 · Pion noir sur case noire c5 · Pion noir sur case noire d4 · Fou blanc sur case noire f4 · Pion blanc sur case blanche g4 · Pion blanc sur case blanche d3 · Dame blanche sur case blanche f3 · Pion blanc sur case blanche h3 · Pion blanc sur case blanche a2 · Pion blanc sur case noire b2 · Pion blanc sur case blanche c2 · Pion blanc sur case noire f2 · Fou blanc sur case blanche g2 · Tour blanche sur case noire a1 · Roi blanc sur case noire g1 | Tour noire sur case blanche e8 · Roi noir sur case blanche g8 · Pion noir sur case noire a7 · Pion noir sur case blanche b7 · Dame noire sur case blanche d7 · Pion noir sur case blanche f7 · Pion noir sur case noire g7 · Pion noir sur case blanche h7 · Cavalier noir sur case blanche c6 · Fou noir sur case blanche e6 · Pion noir sur case noire c5 · Pion noir sur case noire d4 · Fou blanc sur case noire f4 · Pion blanc sur case blanche g4 · Pion blanc sur case blanche d3 · Dame blanche sur case blanche f3 · Pion blanc sur case blanche h3 · Pion blanc sur case blanche a2 · Pion blanc sur case noire b2 · Pion blanc sur case blanche c2 · Pion blanc sur case noire f2 · Fou blanc sur case blanche g2 · Tour blanche sur case noire a1 · Roi blanc sur case noire g1 | Tour noire sur case blanche e8 · Roi noir sur case blanche g8 · Pion noir sur case noire a7 · Pion noir sur case blanche b7 · Dame noire sur case blanche d7 · Pion noir sur case blanche f7 · Pion noir sur case noire g7 · Pion noir sur case blanche h7 · Cavalier noir sur case blanche c6 · Fou noir sur case blanche e6 · Pion noir sur case noire c5 · Pion noir sur case noire d4 · Fou blanc sur case noire f4 · Pion blanc sur case blanche g4 · Pion blanc sur case blanche d3 · Dame blanche sur case blanche f3 · Pion blanc sur case blanche h3 · Pion blanc sur case blanche a2 · Pion blanc sur case noire b2 · Pion blanc sur case blanche c2 · Pion blanc sur case noire f2 · Fou blanc sur case blanche g2 · Tour blanche sur case noire a1 · Roi blanc sur case noire g1 | Tour noire sur case blanche e8 · Roi noir sur case blanche g8 · Pion noir sur case noire a7 · Pion noir sur case blanche b7 · Dame noire sur case blanche d7 · Pion noir sur case blanche f7 · Pion noir sur case noire g7 · Pion noir sur case blanche h7 · Cavalier noir sur case blanche c6 · Fou noir sur case blanche e6 · Pion noir sur case noire c5 · Pion noir sur case noire d4 · Fou blanc sur case noire f4 · Pion blanc sur case blanche g4 · Pion blanc sur case blanche d3 · Dame blanche sur case blanche f3 · Pion blanc sur case blanche h3 · Pion blanc sur case blanche a2 · Pion blanc sur case noire b2 · Pion blanc sur case blanche c2 · Pion blanc sur case noire f2 · Fou blanc sur case blanche g2 · Tour blanche sur case noire a1 · Roi blanc sur case noire g1 | Tour noire sur case blanche e8 · Roi noir sur case blanche g8 · Pion noir sur case noire a7 · Pion noir sur case blanche b7 · Dame noire sur case blanche d7 · Pion noir sur case blanche f7 · Pion noir sur case noire g7 · Pion noir sur case blanche h7 · Cavalier noir sur case blanche c6 · Fou noir sur case blanche e6 · Pion noir sur case noire c5 · Pion noir sur case noire d4 · Fou blanc sur case noire f4 · Pion blanc sur case blanche g4 · Pion blanc sur case blanche d3 · Dame blanche sur case blanche f3 · Pion blanc sur case blanche h3 · Pion blanc sur case blanche a2 · Pion blanc sur case noire b2 · Pion blanc sur case blanche c2 · Pion blanc sur case noire f2 · Fou blanc sur case blanche g2 · Tour blanche sur case noire a1 · Roi blanc sur case noire g1 | Tour noire sur case blanche e8 · Roi noir sur case blanche g8 · Pion noir sur case noire a7 · Pion noir sur case blanche b7 · Dame noire sur case blanche d7 · Pion noir sur case blanche f7 · Pion noir sur case noire g7 · Pion noir sur case blanche h7 · Cavalier noir sur case blanche c6 · Fou noir sur case blanche e6 · Pion noir sur case noire c5 · Pion noir sur case noire d4 · Fou blanc sur case noire f4 · Pion blanc sur case blanche g4 · Pion blanc sur case blanche d3 · Dame blanche sur case blanche f3 · Pion blanc sur case blanche h3 · Pion blanc sur case blanche a2 · Pion blanc sur case noire b2 · Pion blanc sur case blanche c2 · Pion blanc sur case noire f2 · Fou blanc sur case blanche g2 · Tour blanche sur case noire a1 · Roi blanc sur case noire g1 | Tour noire sur case blanche e8 · Roi noir sur case blanche g8 · Pion noir sur case noire a7 · Pion noir sur case blanche b7 · Dame noire sur case blanche d7 · Pion noir sur case blanche f7 · Pion noir sur case noire g7 · Pion noir sur case blanche h7 · Cavalier noir sur case blanche c6 · Fou noir sur case blanche e6 · Pion noir sur case noire c5 · Pion noir sur case noire d4 · Fou blanc sur case noire f4 · Pion blanc sur case blanche g4 · Pion blanc sur case blanche d3 · Dame blanche sur case blanche f3 · Pion blanc sur case blanche h3 · Pion blanc sur case blanche a2 · Pion blanc sur case noire b2 · Pion blanc sur case blanche c2 · Pion blanc sur case noire f2 · Fou blanc sur case blanche g2 · Tour blanche sur case noire a1 · Roi blanc sur case noire g1 | Tour noire sur case blanche e8 · Roi noir sur case blanche g8 · Pion noir sur case noire a7 · Pion noir sur case blanche b7 · Dame noire sur case blanche d7 · Pion noir sur case blanche f7 · Pion noir sur case noire g7 · Pion noir sur case blanche h7 · Cavalier noir sur case blanche c6 · Fou noir sur case blanche e6 · Pion noir sur case noire c5 · Pion noir sur case noire d4 · Fou blanc sur case noire f4 · Pion blanc sur case blanche g4 · Pion blanc sur case blanche d3 · Dame blanche sur case blanche f3 · Pion blanc sur case blanche h3 · Pion blanc sur case blanche a2 · Pion blanc sur case noire b2 · Pion blanc sur case blanche c2 · Pion blanc sur case noire f2 · Fou blanc sur case blanche g2 · Tour blanche sur case noire a1 · Roi blanc sur case noire g1 | 1 |
|   | a | b | c | d | e | f | g | h |   |

10 octobre. Spassky eu la possibilité 16...De7!? 17.Dd1 Te8 18.Df3 Fc8 avec un jeu égalisé (Matanović). 
Fischer–Spassky, partie 17 ; Défense sicilienne, Variante fermée (ECO B23) 

1.e4 c5 2.Cc3 Cc6 3.Cge2 e6 4.g3 d5 5.exd5 exd5 6.Bg2 d4 7.Cd5 Cf6 8.Cef4 Cxd5 9.Cxd5 Bd6 10.0-0 0-0 11.d3 Be6 12.Cf4 Bf5 13.h3 Tb8 14.Bd2 Te8 15.Te1 Txe1+ 16.Dxe1 Dd7 17.g4 Te8 18.Dd1 Bxf4 19.Bxf4 Be6 20.Df3 (diagramme) Cb4 21.Dxb7 Cxc2 22.Tc1 Dxb7 23.Bxb7 Cb4 24.Be4 Bxa2 25.Bd2 Bd5 26.Bxd5 Cxd5 27.Txc5 Cb6 28.Rf1 f6 29.Ta5 Te7 30.Bb4 Td7 31.Bc5 Rf7 32.Re2 g5 33.Rf3 Rg6 34.Re4 h5 35.Bxd4 Te7+ 36.Rf3 h4 37.Bc5 Te1 38.Txa7 Cd5 39.Bf8 Te8 40.Bd6 Te6 41.Td7 Cb6 42.Td8 Cd5 43.b4 Te1 44.b5 Tb1 45.Tb8 Tb3 46.Re4 Cc3+ 47.Rd4 Cxb5+ 48.Rc4 Tc3+ 49.Rxb5 Txd3 50.Rc6 Txh3 51.Rd5 Tf3 52.Re6 Txf2 53.Tg8+ Rh7 54.Rf7 Ta2 55.Tg7+ Rh6 56.Bf8 Ta7+ 57.Rxf6 Ta6+ 58.Rf7 1–0

#### Partie 18: Spassky ½ Fischer ½ (Gambit dame accepté classique)
|   | a | b | c | d | e | f | g | h |   |
| 8 | Cavalier noir sur case noire b8 · Fou noir sur case blanche c8 · Fou noir sur case noire c7 · Roi noir sur case noire e7 · Pion noir sur case blanche h7 · Pion noir sur case blanche a6 · Pion noir sur case noire f6 · Pion noir sur case blanche g6 · Pion noir sur case blanche b5 · Cavalier blanc sur case noire c5 · Pion blanc sur case noire b4 · Cavalier noir sur case blanche c4 · Fou blanc sur case blanche e4 · Pion blanc sur case noire f4 · Pion blanc sur case noire a3 · Cavalier blanc sur case blanche d3 · Pion blanc sur case blanche h3 · Fou blanc sur case noire b2 · Pion blanc sur case blanche g2 · Roi blanc sur case noire g1 | Cavalier noir sur case noire b8 · Fou noir sur case blanche c8 · Fou noir sur case noire c7 · Roi noir sur case noire e7 · Pion noir sur case blanche h7 · Pion noir sur case blanche a6 · Pion noir sur case noire f6 · Pion noir sur case blanche g6 · Pion noir sur case blanche b5 · Cavalier blanc sur case noire c5 · Pion blanc sur case noire b4 · Cavalier noir sur case blanche c4 · Fou blanc sur case blanche e4 · Pion blanc sur case noire f4 · Pion blanc sur case noire a3 · Cavalier blanc sur case blanche d3 · Pion blanc sur case blanche h3 · Fou blanc sur case noire b2 · Pion blanc sur case blanche g2 · Roi blanc sur case noire g1 | Cavalier noir sur case noire b8 · Fou noir sur case blanche c8 · Fou noir sur case noire c7 · Roi noir sur case noire e7 · Pion noir sur case blanche h7 · Pion noir sur case blanche a6 · Pion noir sur case noire f6 · Pion noir sur case blanche g6 · Pion noir sur case blanche b5 · Cavalier blanc sur case noire c5 · Pion blanc sur case noire b4 · Cavalier noir sur case blanche c4 · Fou blanc sur case blanche e4 · Pion blanc sur case noire f4 · Pion blanc sur case noire a3 · Cavalier blanc sur case blanche d3 · Pion blanc sur case blanche h3 · Fou blanc sur case noire b2 · Pion blanc sur case blanche g2 · Roi blanc sur case noire g1 | Cavalier noir sur case noire b8 · Fou noir sur case blanche c8 · Fou noir sur case noire c7 · Roi noir sur case noire e7 · Pion noir sur case blanche h7 · Pion noir sur case blanche a6 · Pion noir sur case noire f6 · Pion noir sur case blanche g6 · Pion noir sur case blanche b5 · Cavalier blanc sur case noire c5 · Pion blanc sur case noire b4 · Cavalier noir sur case blanche c4 · Fou blanc sur case blanche e4 · Pion blanc sur case noire f4 · Pion blanc sur case noire a3 · Cavalier blanc sur case blanche d3 · Pion blanc sur case blanche h3 · Fou blanc sur case noire b2 · Pion blanc sur case blanche g2 · Roi blanc sur case noire g1 | Cavalier noir sur case noire b8 · Fou noir sur case blanche c8 · Fou noir sur case noire c7 · Roi noir sur case noire e7 · Pion noir sur case blanche h7 · Pion noir sur case blanche a6 · Pion noir sur case noire f6 · Pion noir sur case blanche g6 · Pion noir sur case blanche b5 · Cavalier blanc sur case noire c5 · Pion blanc sur case noire b4 · Cavalier noir sur case blanche c4 · Fou blanc sur case blanche e4 · Pion blanc sur case noire f4 · Pion blanc sur case noire a3 · Cavalier blanc sur case blanche d3 · Pion blanc sur case blanche h3 · Fou blanc sur case noire b2 · Pion blanc sur case blanche g2 · Roi blanc sur case noire g1 | Cavalier noir sur case noire b8 · Fou noir sur case blanche c8 · Fou noir sur case noire c7 · Roi noir sur case noire e7 · Pion noir sur case blanche h7 · Pion noir sur case blanche a6 · Pion noir sur case noire f6 · Pion noir sur case blanche g6 · Pion noir sur case blanche b5 · Cavalier blanc sur case noire c5 · Pion blanc sur case noire b4 · Cavalier noir sur case blanche c4 · Fou blanc sur case blanche e4 · Pion blanc sur case noire f4 · Pion blanc sur case noire a3 · Cavalier blanc sur case blanche d3 · Pion blanc sur case blanche h3 · Fou blanc sur case noire b2 · Pion blanc sur case blanche g2 · Roi blanc sur case noire g1 | Cavalier noir sur case noire b8 · Fou noir sur case blanche c8 · Fou noir sur case noire c7 · Roi noir sur case noire e7 · Pion noir sur case blanche h7 · Pion noir sur case blanche a6 · Pion noir sur case noire f6 · Pion noir sur case blanche g6 · Pion noir sur case blanche b5 · Cavalier blanc sur case noire c5 · Pion blanc sur case noire b4 · Cavalier noir sur case blanche c4 · Fou blanc sur case blanche e4 · Pion blanc sur case noire f4 · Pion blanc sur case noire a3 · Cavalier blanc sur case blanche d3 · Pion blanc sur case blanche h3 · Fou blanc sur case noire b2 · Pion blanc sur case blanche g2 · Roi blanc sur case noire g1 | Cavalier noir sur case noire b8 · Fou noir sur case blanche c8 · Fou noir sur case noire c7 · Roi noir sur case noire e7 · Pion noir sur case blanche h7 · Pion noir sur case blanche a6 · Pion noir sur case noire f6 · Pion noir sur case blanche g6 · Pion noir sur case blanche b5 · Cavalier blanc sur case noire c5 · Pion blanc sur case noire b4 · Cavalier noir sur case blanche c4 · Fou blanc sur case blanche e4 · Pion blanc sur case noire f4 · Pion blanc sur case noire a3 · Cavalier blanc sur case blanche d3 · Pion blanc sur case blanche h3 · Fou blanc sur case noire b2 · Pion blanc sur case blanche g2 · Roi blanc sur case noire g1 | 8 |
| 7 | Cavalier noir sur case noire b8 · Fou noir sur case blanche c8 · Fou noir sur case noire c7 · Roi noir sur case noire e7 · Pion noir sur case blanche h7 · Pion noir sur case blanche a6 · Pion noir sur case noire f6 · Pion noir sur case blanche g6 · Pion noir sur case blanche b5 · Cavalier blanc sur case noire c5 · Pion blanc sur case noire b4 · Cavalier noir sur case blanche c4 · Fou blanc sur case blanche e4 · Pion blanc sur case noire f4 · Pion blanc sur case noire a3 · Cavalier blanc sur case blanche d3 · Pion blanc sur case blanche h3 · Fou blanc sur case noire b2 · Pion blanc sur case blanche g2 · Roi blanc sur case noire g1 | Cavalier noir sur case noire b8 · Fou noir sur case blanche c8 · Fou noir sur case noire c7 · Roi noir sur case noire e7 · Pion noir sur case blanche h7 · Pion noir sur case blanche a6 · Pion noir sur case noire f6 · Pion noir sur case blanche g6 · Pion noir sur case blanche b5 · Cavalier blanc sur case noire c5 · Pion blanc sur case noire b4 · Cavalier noir sur case blanche c4 · Fou blanc sur case blanche e4 · Pion blanc sur case noire f4 · Pion blanc sur case noire a3 · Cavalier blanc sur case blanche d3 · Pion blanc sur case blanche h3 · Fou blanc sur case noire b2 · Pion blanc sur case blanche g2 · Roi blanc sur case noire g1 | Cavalier noir sur case noire b8 · Fou noir sur case blanche c8 · Fou noir sur case noire c7 · Roi noir sur case noire e7 · Pion noir sur case blanche h7 · Pion noir sur case blanche a6 · Pion noir sur case noire f6 · Pion noir sur case blanche g6 · Pion noir sur case blanche b5 · Cavalier blanc sur case noire c5 · Pion blanc sur case noire b4 · Cavalier noir sur case blanche c4 · Fou blanc sur case blanche e4 · Pion blanc sur case noire f4 · Pion blanc sur case noire a3 · Cavalier blanc sur case blanche d3 · Pion blanc sur case blanche h3 · Fou blanc sur case noire b2 · Pion blanc sur case blanche g2 · Roi blanc sur case noire g1 | Cavalier noir sur case noire b8 · Fou noir sur case blanche c8 · Fou noir sur case noire c7 · Roi noir sur case noire e7 · Pion noir sur case blanche h7 · Pion noir sur case blanche a6 · Pion noir sur case noire f6 · Pion noir sur case blanche g6 · Pion noir sur case blanche b5 · Cavalier blanc sur case noire c5 · Pion blanc sur case noire b4 · Cavalier noir sur case blanche c4 · Fou blanc sur case blanche e4 · Pion blanc sur case noire f4 · Pion blanc sur case noire a3 · Cavalier blanc sur case blanche d3 · Pion blanc sur case blanche h3 · Fou blanc sur case noire b2 · Pion blanc sur case blanche g2 · Roi blanc sur case noire g1 | Cavalier noir sur case noire b8 · Fou noir sur case blanche c8 · Fou noir sur case noire c7 · Roi noir sur case noire e7 · Pion noir sur case blanche h7 · Pion noir sur case blanche a6 · Pion noir sur case noire f6 · Pion noir sur case blanche g6 · Pion noir sur case blanche b5 · Cavalier blanc sur case noire c5 · Pion blanc sur case noire b4 · Cavalier noir sur case blanche c4 · Fou blanc sur case blanche e4 · Pion blanc sur case noire f4 · Pion blanc sur case noire a3 · Cavalier blanc sur case blanche d3 · Pion blanc sur case blanche h3 · Fou blanc sur case noire b2 · Pion blanc sur case blanche g2 · Roi blanc sur case noire g1 | Cavalier noir sur case noire b8 · Fou noir sur case blanche c8 · Fou noir sur case noire c7 · Roi noir sur case noire e7 · Pion noir sur case blanche h7 · Pion noir sur case blanche a6 · Pion noir sur case noire f6 · Pion noir sur case blanche g6 · Pion noir sur case blanche b5 · Cavalier blanc sur case noire c5 · Pion blanc sur case noire b4 · Cavalier noir sur case blanche c4 · Fou blanc sur case blanche e4 · Pion blanc sur case noire f4 · Pion blanc sur case noire a3 · Cavalier blanc sur case blanche d3 · Pion blanc sur case blanche h3 · Fou blanc sur case noire b2 · Pion blanc sur case blanche g2 · Roi blanc sur case noire g1 | Cavalier noir sur case noire b8 · Fou noir sur case blanche c8 · Fou noir sur case noire c7 · Roi noir sur case noire e7 · Pion noir sur case blanche h7 · Pion noir sur case blanche a6 · Pion noir sur case noire f6 · Pion noir sur case blanche g6 · Pion noir sur case blanche b5 · Cavalier blanc sur case noire c5 · Pion blanc sur case noire b4 · Cavalier noir sur case blanche c4 · Fou blanc sur case blanche e4 · Pion blanc sur case noire f4 · Pion blanc sur case noire a3 · Cavalier blanc sur case blanche d3 · Pion blanc sur case blanche h3 · Fou blanc sur case noire b2 · Pion blanc sur case blanche g2 · Roi blanc sur case noire g1 | Cavalier noir sur case noire b8 · Fou noir sur case blanche c8 · Fou noir sur case noire c7 · Roi noir sur case noire e7 · Pion noir sur case blanche h7 · Pion noir sur case blanche a6 · Pion noir sur case noire f6 · Pion noir sur case blanche g6 · Pion noir sur case blanche b5 · Cavalier blanc sur case noire c5 · Pion blanc sur case noire b4 · Cavalier noir sur case blanche c4 · Fou blanc sur case blanche e4 · Pion blanc sur case noire f4 · Pion blanc sur case noire a3 · Cavalier blanc sur case blanche d3 · Pion blanc sur case blanche h3 · Fou blanc sur case noire b2 · Pion blanc sur case blanche g2 · Roi blanc sur case noire g1 | 7 |
| 6 | Cavalier noir sur case noire b8 · Fou noir sur case blanche c8 · Fou noir sur case noire c7 · Roi noir sur case noire e7 · Pion noir sur case blanche h7 · Pion noir sur case blanche a6 · Pion noir sur case noire f6 · Pion noir sur case blanche g6 · Pion noir sur case blanche b5 · Cavalier blanc sur case noire c5 · Pion blanc sur case noire b4 · Cavalier noir sur case blanche c4 · Fou blanc sur case blanche e4 · Pion blanc sur case noire f4 · Pion blanc sur case noire a3 · Cavalier blanc sur case blanche d3 · Pion blanc sur case blanche h3 · Fou blanc sur case noire b2 · Pion blanc sur case blanche g2 · Roi blanc sur case noire g1 | Cavalier noir sur case noire b8 · Fou noir sur case blanche c8 · Fou noir sur case noire c7 · Roi noir sur case noire e7 · Pion noir sur case blanche h7 · Pion noir sur case blanche a6 · Pion noir sur case noire f6 · Pion noir sur case blanche g6 · Pion noir sur case blanche b5 · Cavalier blanc sur case noire c5 · Pion blanc sur case noire b4 · Cavalier noir sur case blanche c4 · Fou blanc sur case blanche e4 · Pion blanc sur case noire f4 · Pion blanc sur case noire a3 · Cavalier blanc sur case blanche d3 · Pion blanc sur case blanche h3 · Fou blanc sur case noire b2 · Pion blanc sur case blanche g2 · Roi blanc sur case noire g1 | Cavalier noir sur case noire b8 · Fou noir sur case blanche c8 · Fou noir sur case noire c7 · Roi noir sur case noire e7 · Pion noir sur case blanche h7 · Pion noir sur case blanche a6 · Pion noir sur case noire f6 · Pion noir sur case blanche g6 · Pion noir sur case blanche b5 · Cavalier blanc sur case noire c5 · Pion blanc sur case noire b4 · Cavalier noir sur case blanche c4 · Fou blanc sur case blanche e4 · Pion blanc sur case noire f4 · Pion blanc sur case noire a3 · Cavalier blanc sur case blanche d3 · Pion blanc sur case blanche h3 · Fou blanc sur case noire b2 · Pion blanc sur case blanche g2 · Roi blanc sur case noire g1 | Cavalier noir sur case noire b8 · Fou noir sur case blanche c8 · Fou noir sur case noire c7 · Roi noir sur case noire e7 · Pion noir sur case blanche h7 · Pion noir sur case blanche a6 · Pion noir sur case noire f6 · Pion noir sur case blanche g6 · Pion noir sur case blanche b5 · Cavalier blanc sur case noire c5 · Pion blanc sur case noire b4 · Cavalier noir sur case blanche c4 · Fou blanc sur case blanche e4 · Pion blanc sur case noire f4 · Pion blanc sur case noire a3 · Cavalier blanc sur case blanche d3 · Pion blanc sur case blanche h3 · Fou blanc sur case noire b2 · Pion blanc sur case blanche g2 · Roi blanc sur case noire g1 | Cavalier noir sur case noire b8 · Fou noir sur case blanche c8 · Fou noir sur case noire c7 · Roi noir sur case noire e7 · Pion noir sur case blanche h7 · Pion noir sur case blanche a6 · Pion noir sur case noire f6 · Pion noir sur case blanche g6 · Pion noir sur case blanche b5 · Cavalier blanc sur case noire c5 · Pion blanc sur case noire b4 · Cavalier noir sur case blanche c4 · Fou blanc sur case blanche e4 · Pion blanc sur case noire f4 · Pion blanc sur case noire a3 · Cavalier blanc sur case blanche d3 · Pion blanc sur case blanche h3 · Fou blanc sur case noire b2 · Pion blanc sur case blanche g2 · Roi blanc sur case noire g1 | Cavalier noir sur case noire b8 · Fou noir sur case blanche c8 · Fou noir sur case noire c7 · Roi noir sur case noire e7 · Pion noir sur case blanche h7 · Pion noir sur case blanche a6 · Pion noir sur case noire f6 · Pion noir sur case blanche g6 · Pion noir sur case blanche b5 · Cavalier blanc sur case noire c5 · Pion blanc sur case noire b4 · Cavalier noir sur case blanche c4 · Fou blanc sur case blanche e4 · Pion blanc sur case noire f4 · Pion blanc sur case noire a3 · Cavalier blanc sur case blanche d3 · Pion blanc sur case blanche h3 · Fou blanc sur case noire b2 · Pion blanc sur case blanche g2 · Roi blanc sur case noire g1 | Cavalier noir sur case noire b8 · Fou noir sur case blanche c8 · Fou noir sur case noire c7 · Roi noir sur case noire e7 · Pion noir sur case blanche h7 · Pion noir sur case blanche a6 · Pion noir sur case noire f6 · Pion noir sur case blanche g6 · Pion noir sur case blanche b5 · Cavalier blanc sur case noire c5 · Pion blanc sur case noire b4 · Cavalier noir sur case blanche c4 · Fou blanc sur case blanche e4 · Pion blanc sur case noire f4 · Pion blanc sur case noire a3 · Cavalier blanc sur case blanche d3 · Pion blanc sur case blanche h3 · Fou blanc sur case noire b2 · Pion blanc sur case blanche g2 · Roi blanc sur case noire g1 | Cavalier noir sur case noire b8 · Fou noir sur case blanche c8 · Fou noir sur case noire c7 · Roi noir sur case noire e7 · Pion noir sur case blanche h7 · Pion noir sur case blanche a6 · Pion noir sur case noire f6 · Pion noir sur case blanche g6 · Pion noir sur case blanche b5 · Cavalier blanc sur case noire c5 · Pion blanc sur case noire b4 · Cavalier noir sur case blanche c4 · Fou blanc sur case blanche e4 · Pion blanc sur case noire f4 · Pion blanc sur case noire a3 · Cavalier blanc sur case blanche d3 · Pion blanc sur case blanche h3 · Fou blanc sur case noire b2 · Pion blanc sur case blanche g2 · Roi blanc sur case noire g1 | 6 |
| 5 | Cavalier noir sur case noire b8 · Fou noir sur case blanche c8 · Fou noir sur case noire c7 · Roi noir sur case noire e7 · Pion noir sur case blanche h7 · Pion noir sur case blanche a6 · Pion noir sur case noire f6 · Pion noir sur case blanche g6 · Pion noir sur case blanche b5 · Cavalier blanc sur case noire c5 · Pion blanc sur case noire b4 · Cavalier noir sur case blanche c4 · Fou blanc sur case blanche e4 · Pion blanc sur case noire f4 · Pion blanc sur case noire a3 · Cavalier blanc sur case blanche d3 · Pion blanc sur case blanche h3 · Fou blanc sur case noire b2 · Pion blanc sur case blanche g2 · Roi blanc sur case noire g1 | Cavalier noir sur case noire b8 · Fou noir sur case blanche c8 · Fou noir sur case noire c7 · Roi noir sur case noire e7 · Pion noir sur case blanche h7 · Pion noir sur case blanche a6 · Pion noir sur case noire f6 · Pion noir sur case blanche g6 · Pion noir sur case blanche b5 · Cavalier blanc sur case noire c5 · Pion blanc sur case noire b4 · Cavalier noir sur case blanche c4 · Fou blanc sur case blanche e4 · Pion blanc sur case noire f4 · Pion blanc sur case noire a3 · Cavalier blanc sur case blanche d3 · Pion blanc sur case blanche h3 · Fou blanc sur case noire b2 · Pion blanc sur case blanche g2 · Roi blanc sur case noire g1 | Cavalier noir sur case noire b8 · Fou noir sur case blanche c8 · Fou noir sur case noire c7 · Roi noir sur case noire e7 · Pion noir sur case blanche h7 · Pion noir sur case blanche a6 · Pion noir sur case noire f6 · Pion noir sur case blanche g6 · Pion noir sur case blanche b5 · Cavalier blanc sur case noire c5 · Pion blanc sur case noire b4 · Cavalier noir sur case blanche c4 · Fou blanc sur case blanche e4 · Pion blanc sur case noire f4 · Pion blanc sur case noire a3 · Cavalier blanc sur case blanche d3 · Pion blanc sur case blanche h3 · Fou blanc sur case noire b2 · Pion blanc sur case blanche g2 · Roi blanc sur case noire g1 | Cavalier noir sur case noire b8 · Fou noir sur case blanche c8 · Fou noir sur case noire c7 · Roi noir sur case noire e7 · Pion noir sur case blanche h7 · Pion noir sur case blanche a6 · Pion noir sur case noire f6 · Pion noir sur case blanche g6 · Pion noir sur case blanche b5 · Cavalier blanc sur case noire c5 · Pion blanc sur case noire b4 · Cavalier noir sur case blanche c4 · Fou blanc sur case blanche e4 · Pion blanc sur case noire f4 · Pion blanc sur case noire a3 · Cavalier blanc sur case blanche d3 · Pion blanc sur case blanche h3 · Fou blanc sur case noire b2 · Pion blanc sur case blanche g2 · Roi blanc sur case noire g1 | Cavalier noir sur case noire b8 · Fou noir sur case blanche c8 · Fou noir sur case noire c7 · Roi noir sur case noire e7 · Pion noir sur case blanche h7 · Pion noir sur case blanche a6 · Pion noir sur case noire f6 · Pion noir sur case blanche g6 · Pion noir sur case blanche b5 · Cavalier blanc sur case noire c5 · Pion blanc sur case noire b4 · Cavalier noir sur case blanche c4 · Fou blanc sur case blanche e4 · Pion blanc sur case noire f4 · Pion blanc sur case noire a3 · Cavalier blanc sur case blanche d3 · Pion blanc sur case blanche h3 · Fou blanc sur case noire b2 · Pion blanc sur case blanche g2 · Roi blanc sur case noire g1 | Cavalier noir sur case noire b8 · Fou noir sur case blanche c8 · Fou noir sur case noire c7 · Roi noir sur case noire e7 · Pion noir sur case blanche h7 · Pion noir sur case blanche a6 · Pion noir sur case noire f6 · Pion noir sur case blanche g6 · Pion noir sur case blanche b5 · Cavalier blanc sur case noire c5 · Pion blanc sur case noire b4 · Cavalier noir sur case blanche c4 · Fou blanc sur case blanche e4 · Pion blanc sur case noire f4 · Pion blanc sur case noire a3 · Cavalier blanc sur case blanche d3 · Pion blanc sur case blanche h3 · Fou blanc sur case noire b2 · Pion blanc sur case blanche g2 · Roi blanc sur case noire g1 | Cavalier noir sur case noire b8 · Fou noir sur case blanche c8 · Fou noir sur case noire c7 · Roi noir sur case noire e7 · Pion noir sur case blanche h7 · Pion noir sur case blanche a6 · Pion noir sur case noire f6 · Pion noir sur case blanche g6 · Pion noir sur case blanche b5 · Cavalier blanc sur case noire c5 · Pion blanc sur case noire b4 · Cavalier noir sur case blanche c4 · Fou blanc sur case blanche e4 · Pion blanc sur case noire f4 · Pion blanc sur case noire a3 · Cavalier blanc sur case blanche d3 · Pion blanc sur case blanche h3 · Fou blanc sur case noire b2 · Pion blanc sur case blanche g2 · Roi blanc sur case noire g1 | Cavalier noir sur case noire b8 · Fou noir sur case blanche c8 · Fou noir sur case noire c7 · Roi noir sur case noire e7 · Pion noir sur case blanche h7 · Pion noir sur case blanche a6 · Pion noir sur case noire f6 · Pion noir sur case blanche g6 · Pion noir sur case blanche b5 · Cavalier blanc sur case noire c5 · Pion blanc sur case noire b4 · Cavalier noir sur case blanche c4 · Fou blanc sur case blanche e4 · Pion blanc sur case noire f4 · Pion blanc sur case noire a3 · Cavalier blanc sur case blanche d3 · Pion blanc sur case blanche h3 · Fou blanc sur case noire b2 · Pion blanc sur case blanche g2 · Roi blanc sur case noire g1 | 5 |
| 4 | Cavalier noir sur case noire b8 · Fou noir sur case blanche c8 · Fou noir sur case noire c7 · Roi noir sur case noire e7 · Pion noir sur case blanche h7 · Pion noir sur case blanche a6 · Pion noir sur case noire f6 · Pion noir sur case blanche g6 · Pion noir sur case blanche b5 · Cavalier blanc sur case noire c5 · Pion blanc sur case noire b4 · Cavalier noir sur case blanche c4 · Fou blanc sur case blanche e4 · Pion blanc sur case noire f4 · Pion blanc sur case noire a3 · Cavalier blanc sur case blanche d3 · Pion blanc sur case blanche h3 · Fou blanc sur case noire b2 · Pion blanc sur case blanche g2 · Roi blanc sur case noire g1 | Cavalier noir sur case noire b8 · Fou noir sur case blanche c8 · Fou noir sur case noire c7 · Roi noir sur case noire e7 · Pion noir sur case blanche h7 · Pion noir sur case blanche a6 · Pion noir sur case noire f6 · Pion noir sur case blanche g6 · Pion noir sur case blanche b5 · Cavalier blanc sur case noire c5 · Pion blanc sur case noire b4 · Cavalier noir sur case blanche c4 · Fou blanc sur case blanche e4 · Pion blanc sur case noire f4 · Pion blanc sur case noire a3 · Cavalier blanc sur case blanche d3 · Pion blanc sur case blanche h3 · Fou blanc sur case noire b2 · Pion blanc sur case blanche g2 · Roi blanc sur case noire g1 | Cavalier noir sur case noire b8 · Fou noir sur case blanche c8 · Fou noir sur case noire c7 · Roi noir sur case noire e7 · Pion noir sur case blanche h7 · Pion noir sur case blanche a6 · Pion noir sur case noire f6 · Pion noir sur case blanche g6 · Pion noir sur case blanche b5 · Cavalier blanc sur case noire c5 · Pion blanc sur case noire b4 · Cavalier noir sur case blanche c4 · Fou blanc sur case blanche e4 · Pion blanc sur case noire f4 · Pion blanc sur case noire a3 · Cavalier blanc sur case blanche d3 · Pion blanc sur case blanche h3 · Fou blanc sur case noire b2 · Pion blanc sur case blanche g2 · Roi blanc sur case noire g1 | Cavalier noir sur case noire b8 · Fou noir sur case blanche c8 · Fou noir sur case noire c7 · Roi noir sur case noire e7 · Pion noir sur case blanche h7 · Pion noir sur case blanche a6 · Pion noir sur case noire f6 · Pion noir sur case blanche g6 · Pion noir sur case blanche b5 · Cavalier blanc sur case noire c5 · Pion blanc sur case noire b4 · Cavalier noir sur case blanche c4 · Fou blanc sur case blanche e4 · Pion blanc sur case noire f4 · Pion blanc sur case noire a3 · Cavalier blanc sur case blanche d3 · Pion blanc sur case blanche h3 · Fou blanc sur case noire b2 · Pion blanc sur case blanche g2 · Roi blanc sur case noire g1 | Cavalier noir sur case noire b8 · Fou noir sur case blanche c8 · Fou noir sur case noire c7 · Roi noir sur case noire e7 · Pion noir sur case blanche h7 · Pion noir sur case blanche a6 · Pion noir sur case noire f6 · Pion noir sur case blanche g6 · Pion noir sur case blanche b5 · Cavalier blanc sur case noire c5 · Pion blanc sur case noire b4 · Cavalier noir sur case blanche c4 · Fou blanc sur case blanche e4 · Pion blanc sur case noire f4 · Pion blanc sur case noire a3 · Cavalier blanc sur case blanche d3 · Pion blanc sur case blanche h3 · Fou blanc sur case noire b2 · Pion blanc sur case blanche g2 · Roi blanc sur case noire g1 | Cavalier noir sur case noire b8 · Fou noir sur case blanche c8 · Fou noir sur case noire c7 · Roi noir sur case noire e7 · Pion noir sur case blanche h7 · Pion noir sur case blanche a6 · Pion noir sur case noire f6 · Pion noir sur case blanche g6 · Pion noir sur case blanche b5 · Cavalier blanc sur case noire c5 · Pion blanc sur case noire b4 · Cavalier noir sur case blanche c4 · Fou blanc sur case blanche e4 · Pion blanc sur case noire f4 · Pion blanc sur case noire a3 · Cavalier blanc sur case blanche d3 · Pion blanc sur case blanche h3 · Fou blanc sur case noire b2 · Pion blanc sur case blanche g2 · Roi blanc sur case noire g1 | Cavalier noir sur case noire b8 · Fou noir sur case blanche c8 · Fou noir sur case noire c7 · Roi noir sur case noire e7 · Pion noir sur case blanche h7 · Pion noir sur case blanche a6 · Pion noir sur case noire f6 · Pion noir sur case blanche g6 · Pion noir sur case blanche b5 · Cavalier blanc sur case noire c5 · Pion blanc sur case noire b4 · Cavalier noir sur case blanche c4 · Fou blanc sur case blanche e4 · Pion blanc sur case noire f4 · Pion blanc sur case noire a3 · Cavalier blanc sur case blanche d3 · Pion blanc sur case blanche h3 · Fou blanc sur case noire b2 · Pion blanc sur case blanche g2 · Roi blanc sur case noire g1 | Cavalier noir sur case noire b8 · Fou noir sur case blanche c8 · Fou noir sur case noire c7 · Roi noir sur case noire e7 · Pion noir sur case blanche h7 · Pion noir sur case blanche a6 · Pion noir sur case noire f6 · Pion noir sur case blanche g6 · Pion noir sur case blanche b5 · Cavalier blanc sur case noire c5 · Pion blanc sur case noire b4 · Cavalier noir sur case blanche c4 · Fou blanc sur case blanche e4 · Pion blanc sur case noire f4 · Pion blanc sur case noire a3 · Cavalier blanc sur case blanche d3 · Pion blanc sur case blanche h3 · Fou blanc sur case noire b2 · Pion blanc sur case blanche g2 · Roi blanc sur case noire g1 | 4 |
| 3 | Cavalier noir sur case noire b8 · Fou noir sur case blanche c8 · Fou noir sur case noire c7 · Roi noir sur case noire e7 · Pion noir sur case blanche h7 · Pion noir sur case blanche a6 · Pion noir sur case noire f6 · Pion noir sur case blanche g6 · Pion noir sur case blanche b5 · Cavalier blanc sur case noire c5 · Pion blanc sur case noire b4 · Cavalier noir sur case blanche c4 · Fou blanc sur case blanche e4 · Pion blanc sur case noire f4 · Pion blanc sur case noire a3 · Cavalier blanc sur case blanche d3 · Pion blanc sur case blanche h3 · Fou blanc sur case noire b2 · Pion blanc sur case blanche g2 · Roi blanc sur case noire g1 | Cavalier noir sur case noire b8 · Fou noir sur case blanche c8 · Fou noir sur case noire c7 · Roi noir sur case noire e7 · Pion noir sur case blanche h7 · Pion noir sur case blanche a6 · Pion noir sur case noire f6 · Pion noir sur case blanche g6 · Pion noir sur case blanche b5 · Cavalier blanc sur case noire c5 · Pion blanc sur case noire b4 · Cavalier noir sur case blanche c4 · Fou blanc sur case blanche e4 · Pion blanc sur case noire f4 · Pion blanc sur case noire a3 · Cavalier blanc sur case blanche d3 · Pion blanc sur case blanche h3 · Fou blanc sur case noire b2 · Pion blanc sur case blanche g2 · Roi blanc sur case noire g1 | Cavalier noir sur case noire b8 · Fou noir sur case blanche c8 · Fou noir sur case noire c7 · Roi noir sur case noire e7 · Pion noir sur case blanche h7 · Pion noir sur case blanche a6 · Pion noir sur case noire f6 · Pion noir sur case blanche g6 · Pion noir sur case blanche b5 · Cavalier blanc sur case noire c5 · Pion blanc sur case noire b4 · Cavalier noir sur case blanche c4 · Fou blanc sur case blanche e4 · Pion blanc sur case noire f4 · Pion blanc sur case noire a3 · Cavalier blanc sur case blanche d3 · Pion blanc sur case blanche h3 · Fou blanc sur case noire b2 · Pion blanc sur case blanche g2 · Roi blanc sur case noire g1 | Cavalier noir sur case noire b8 · Fou noir sur case blanche c8 · Fou noir sur case noire c7 · Roi noir sur case noire e7 · Pion noir sur case blanche h7 · Pion noir sur case blanche a6 · Pion noir sur case noire f6 · Pion noir sur case blanche g6 · Pion noir sur case blanche b5 · Cavalier blanc sur case noire c5 · Pion blanc sur case noire b4 · Cavalier noir sur case blanche c4 · Fou blanc sur case blanche e4 · Pion blanc sur case noire f4 · Pion blanc sur case noire a3 · Cavalier blanc sur case blanche d3 · Pion blanc sur case blanche h3 · Fou blanc sur case noire b2 · Pion blanc sur case blanche g2 · Roi blanc sur case noire g1 | Cavalier noir sur case noire b8 · Fou noir sur case blanche c8 · Fou noir sur case noire c7 · Roi noir sur case noire e7 · Pion noir sur case blanche h7 · Pion noir sur case blanche a6 · Pion noir sur case noire f6 · Pion noir sur case blanche g6 · Pion noir sur case blanche b5 · Cavalier blanc sur case noire c5 · Pion blanc sur case noire b4 · Cavalier noir sur case blanche c4 · Fou blanc sur case blanche e4 · Pion blanc sur case noire f4 · Pion blanc sur case noire a3 · Cavalier blanc sur case blanche d3 · Pion blanc sur case blanche h3 · Fou blanc sur case noire b2 · Pion blanc sur case blanche g2 · Roi blanc sur case noire g1 | Cavalier noir sur case noire b8 · Fou noir sur case blanche c8 · Fou noir sur case noire c7 · Roi noir sur case noire e7 · Pion noir sur case blanche h7 · Pion noir sur case blanche a6 · Pion noir sur case noire f6 · Pion noir sur case blanche g6 · Pion noir sur case blanche b5 · Cavalier blanc sur case noire c5 · Pion blanc sur case noire b4 · Cavalier noir sur case blanche c4 · Fou blanc sur case blanche e4 · Pion blanc sur case noire f4 · Pion blanc sur case noire a3 · Cavalier blanc sur case blanche d3 · Pion blanc sur case blanche h3 · Fou blanc sur case noire b2 · Pion blanc sur case blanche g2 · Roi blanc sur case noire g1 | Cavalier noir sur case noire b8 · Fou noir sur case blanche c8 · Fou noir sur case noire c7 · Roi noir sur case noire e7 · Pion noir sur case blanche h7 · Pion noir sur case blanche a6 · Pion noir sur case noire f6 · Pion noir sur case blanche g6 · Pion noir sur case blanche b5 · Cavalier blanc sur case noire c5 · Pion blanc sur case noire b4 · Cavalier noir sur case blanche c4 · Fou blanc sur case blanche e4 · Pion blanc sur case noire f4 · Pion blanc sur case noire a3 · Cavalier blanc sur case blanche d3 · Pion blanc sur case blanche h3 · Fou blanc sur case noire b2 · Pion blanc sur case blanche g2 · Roi blanc sur case noire g1 | Cavalier noir sur case noire b8 · Fou noir sur case blanche c8 · Fou noir sur case noire c7 · Roi noir sur case noire e7 · Pion noir sur case blanche h7 · Pion noir sur case blanche a6 · Pion noir sur case noire f6 · Pion noir sur case blanche g6 · Pion noir sur case blanche b5 · Cavalier blanc sur case noire c5 · Pion blanc sur case noire b4 · Cavalier noir sur case blanche c4 · Fou blanc sur case blanche e4 · Pion blanc sur case noire f4 · Pion blanc sur case noire a3 · Cavalier blanc sur case blanche d3 · Pion blanc sur case blanche h3 · Fou blanc sur case noire b2 · Pion blanc sur case blanche g2 · Roi blanc sur case noire g1 | 3 |
| 2 | Cavalier noir sur case noire b8 · Fou noir sur case blanche c8 · Fou noir sur case noire c7 · Roi noir sur case noire e7 · Pion noir sur case blanche h7 · Pion noir sur case blanche a6 · Pion noir sur case noire f6 · Pion noir sur case blanche g6 · Pion noir sur case blanche b5 · Cavalier blanc sur case noire c5 · Pion blanc sur case noire b4 · Cavalier noir sur case blanche c4 · Fou blanc sur case blanche e4 · Pion blanc sur case noire f4 · Pion blanc sur case noire a3 · Cavalier blanc sur case blanche d3 · Pion blanc sur case blanche h3 · Fou blanc sur case noire b2 · Pion blanc sur case blanche g2 · Roi blanc sur case noire g1 | Cavalier noir sur case noire b8 · Fou noir sur case blanche c8 · Fou noir sur case noire c7 · Roi noir sur case noire e7 · Pion noir sur case blanche h7 · Pion noir sur case blanche a6 · Pion noir sur case noire f6 · Pion noir sur case blanche g6 · Pion noir sur case blanche b5 · Cavalier blanc sur case noire c5 · Pion blanc sur case noire b4 · Cavalier noir sur case blanche c4 · Fou blanc sur case blanche e4 · Pion blanc sur case noire f4 · Pion blanc sur case noire a3 · Cavalier blanc sur case blanche d3 · Pion blanc sur case blanche h3 · Fou blanc sur case noire b2 · Pion blanc sur case blanche g2 · Roi blanc sur case noire g1 | Cavalier noir sur case noire b8 · Fou noir sur case blanche c8 · Fou noir sur case noire c7 · Roi noir sur case noire e7 · Pion noir sur case blanche h7 · Pion noir sur case blanche a6 · Pion noir sur case noire f6 · Pion noir sur case blanche g6 · Pion noir sur case blanche b5 · Cavalier blanc sur case noire c5 · Pion blanc sur case noire b4 · Cavalier noir sur case blanche c4 · Fou blanc sur case blanche e4 · Pion blanc sur case noire f4 · Pion blanc sur case noire a3 · Cavalier blanc sur case blanche d3 · Pion blanc sur case blanche h3 · Fou blanc sur case noire b2 · Pion blanc sur case blanche g2 · Roi blanc sur case noire g1 | Cavalier noir sur case noire b8 · Fou noir sur case blanche c8 · Fou noir sur case noire c7 · Roi noir sur case noire e7 · Pion noir sur case blanche h7 · Pion noir sur case blanche a6 · Pion noir sur case noire f6 · Pion noir sur case blanche g6 · Pion noir sur case blanche b5 · Cavalier blanc sur case noire c5 · Pion blanc sur case noire b4 · Cavalier noir sur case blanche c4 · Fou blanc sur case blanche e4 · Pion blanc sur case noire f4 · Pion blanc sur case noire a3 · Cavalier blanc sur case blanche d3 · Pion blanc sur case blanche h3 · Fou blanc sur case noire b2 · Pion blanc sur case blanche g2 · Roi blanc sur case noire g1 | Cavalier noir sur case noire b8 · Fou noir sur case blanche c8 · Fou noir sur case noire c7 · Roi noir sur case noire e7 · Pion noir sur case blanche h7 · Pion noir sur case blanche a6 · Pion noir sur case noire f6 · Pion noir sur case blanche g6 · Pion noir sur case blanche b5 · Cavalier blanc sur case noire c5 · Pion blanc sur case noire b4 · Cavalier noir sur case blanche c4 · Fou blanc sur case blanche e4 · Pion blanc sur case noire f4 · Pion blanc sur case noire a3 · Cavalier blanc sur case blanche d3 · Pion blanc sur case blanche h3 · Fou blanc sur case noire b2 · Pion blanc sur case blanche g2 · Roi blanc sur case noire g1 | Cavalier noir sur case noire b8 · Fou noir sur case blanche c8 · Fou noir sur case noire c7 · Roi noir sur case noire e7 · Pion noir sur case blanche h7 · Pion noir sur case blanche a6 · Pion noir sur case noire f6 · Pion noir sur case blanche g6 · Pion noir sur case blanche b5 · Cavalier blanc sur case noire c5 · Pion blanc sur case noire b4 · Cavalier noir sur case blanche c4 · Fou blanc sur case blanche e4 · Pion blanc sur case noire f4 · Pion blanc sur case noire a3 · Cavalier blanc sur case blanche d3 · Pion blanc sur case blanche h3 · Fou blanc sur case noire b2 · Pion blanc sur case blanche g2 · Roi blanc sur case noire g1 | Cavalier noir sur case noire b8 · Fou noir sur case blanche c8 · Fou noir sur case noire c7 · Roi noir sur case noire e7 · Pion noir sur case blanche h7 · Pion noir sur case blanche a6 · Pion noir sur case noire f6 · Pion noir sur case blanche g6 · Pion noir sur case blanche b5 · Cavalier blanc sur case noire c5 · Pion blanc sur case noire b4 · Cavalier noir sur case blanche c4 · Fou blanc sur case blanche e4 · Pion blanc sur case noire f4 · Pion blanc sur case noire a3 · Cavalier blanc sur case blanche d3 · Pion blanc sur case blanche h3 · Fou blanc sur case noire b2 · Pion blanc sur case blanche g2 · Roi blanc sur case noire g1 | Cavalier noir sur case noire b8 · Fou noir sur case blanche c8 · Fou noir sur case noire c7 · Roi noir sur case noire e7 · Pion noir sur case blanche h7 · Pion noir sur case blanche a6 · Pion noir sur case noire f6 · Pion noir sur case blanche g6 · Pion noir sur case blanche b5 · Cavalier blanc sur case noire c5 · Pion blanc sur case noire b4 · Cavalier noir sur case blanche c4 · Fou blanc sur case blanche e4 · Pion blanc sur case noire f4 · Pion blanc sur case noire a3 · Cavalier blanc sur case blanche d3 · Pion blanc sur case blanche h3 · Fou blanc sur case noire b2 · Pion blanc sur case blanche g2 · Roi blanc sur case noire g1 | 2 |
| 1 | Cavalier noir sur case noire b8 · Fou noir sur case blanche c8 · Fou noir sur case noire c7 · Roi noir sur case noire e7 · Pion noir sur case blanche h7 · Pion noir sur case blanche a6 · Pion noir sur case noire f6 · Pion noir sur case blanche g6 · Pion noir sur case blanche b5 · Cavalier blanc sur case noire c5 · Pion blanc sur case noire b4 · Cavalier noir sur case blanche c4 · Fou blanc sur case blanche e4 · Pion blanc sur case noire f4 · Pion blanc sur case noire a3 · Cavalier blanc sur case blanche d3 · Pion blanc sur case blanche h3 · Fou blanc sur case noire b2 · Pion blanc sur case blanche g2 · Roi blanc sur case noire g1 | Cavalier noir sur case noire b8 · Fou noir sur case blanche c8 · Fou noir sur case noire c7 · Roi noir sur case noire e7 · Pion noir sur case blanche h7 · Pion noir sur case blanche a6 · Pion noir sur case noire f6 · Pion noir sur case blanche g6 · Pion noir sur case blanche b5 · Cavalier blanc sur case noire c5 · Pion blanc sur case noire b4 · Cavalier noir sur case blanche c4 · Fou blanc sur case blanche e4 · Pion blanc sur case noire f4 · Pion blanc sur case noire a3 · Cavalier blanc sur case blanche d3 · Pion blanc sur case blanche h3 · Fou blanc sur case noire b2 · Pion blanc sur case blanche g2 · Roi blanc sur case noire g1 | Cavalier noir sur case noire b8 · Fou noir sur case blanche c8 · Fou noir sur case noire c7 · Roi noir sur case noire e7 · Pion noir sur case blanche h7 · Pion noir sur case blanche a6 · Pion noir sur case noire f6 · Pion noir sur case blanche g6 · Pion noir sur case blanche b5 · Cavalier blanc sur case noire c5 · Pion blanc sur case noire b4 · Cavalier noir sur case blanche c4 · Fou blanc sur case blanche e4 · Pion blanc sur case noire f4 · Pion blanc sur case noire a3 · Cavalier blanc sur case blanche d3 · Pion blanc sur case blanche h3 · Fou blanc sur case noire b2 · Pion blanc sur case blanche g2 · Roi blanc sur case noire g1 | Cavalier noir sur case noire b8 · Fou noir sur case blanche c8 · Fou noir sur case noire c7 · Roi noir sur case noire e7 · Pion noir sur case blanche h7 · Pion noir sur case blanche a6 · Pion noir sur case noire f6 · Pion noir sur case blanche g6 · Pion noir sur case blanche b5 · Cavalier blanc sur case noire c5 · Pion blanc sur case noire b4 · Cavalier noir sur case blanche c4 · Fou blanc sur case blanche e4 · Pion blanc sur case noire f4 · Pion blanc sur case noire a3 · Cavalier blanc sur case blanche d3 · Pion blanc sur case blanche h3 · Fou blanc sur case noire b2 · Pion blanc sur case blanche g2 · Roi blanc sur case noire g1 | Cavalier noir sur case noire b8 · Fou noir sur case blanche c8 · Fou noir sur case noire c7 · Roi noir sur case noire e7 · Pion noir sur case blanche h7 · Pion noir sur case blanche a6 · Pion noir sur case noire f6 · Pion noir sur case blanche g6 · Pion noir sur case blanche b5 · Cavalier blanc sur case noire c5 · Pion blanc sur case noire b4 · Cavalier noir sur case blanche c4 · Fou blanc sur case blanche e4 · Pion blanc sur case noire f4 · Pion blanc sur case noire a3 · Cavalier blanc sur case blanche d3 · Pion blanc sur case blanche h3 · Fou blanc sur case noire b2 · Pion blanc sur case blanche g2 · Roi blanc sur case noire g1 | Cavalier noir sur case noire b8 · Fou noir sur case blanche c8 · Fou noir sur case noire c7 · Roi noir sur case noire e7 · Pion noir sur case blanche h7 · Pion noir sur case blanche a6 · Pion noir sur case noire f6 · Pion noir sur case blanche g6 · Pion noir sur case blanche b5 · Cavalier blanc sur case noire c5 · Pion blanc sur case noire b4 · Cavalier noir sur case blanche c4 · Fou blanc sur case blanche e4 · Pion blanc sur case noire f4 · Pion blanc sur case noire a3 · Cavalier blanc sur case blanche d3 · Pion blanc sur case blanche h3 · Fou blanc sur case noire b2 · Pion blanc sur case blanche g2 · Roi blanc sur case noire g1 | Cavalier noir sur case noire b8 · Fou noir sur case blanche c8 · Fou noir sur case noire c7 · Roi noir sur case noire e7 · Pion noir sur case blanche h7 · Pion noir sur case blanche a6 · Pion noir sur case noire f6 · Pion noir sur case blanche g6 · Pion noir sur case blanche b5 · Cavalier blanc sur case noire c5 · Pion blanc sur case noire b4 · Cavalier noir sur case blanche c4 · Fou blanc sur case blanche e4 · Pion blanc sur case noire f4 · Pion blanc sur case noire a3 · Cavalier blanc sur case blanche d3 · Pion blanc sur case blanche h3 · Fou blanc sur case noire b2 · Pion blanc sur case blanche g2 · Roi blanc sur case noire g1 | Cavalier noir sur case noire b8 · Fou noir sur case blanche c8 · Fou noir sur case noire c7 · Roi noir sur case noire e7 · Pion noir sur case blanche h7 · Pion noir sur case blanche a6 · Pion noir sur case noire f6 · Pion noir sur case blanche g6 · Pion noir sur case blanche b5 · Cavalier blanc sur case noire c5 · Pion blanc sur case noire b4 · Cavalier noir sur case blanche c4 · Fou blanc sur case blanche e4 · Pion blanc sur case noire f4 · Pion blanc sur case noire a3 · Cavalier blanc sur case blanche d3 · Pion blanc sur case blanche h3 · Fou blanc sur case noire b2 · Pion blanc sur case blanche g2 · Roi blanc sur case noire g1 | 1 |
|   | a | b | c | d | e | f | g | h |   |

11 octobre. Après 20.Ca5 Spassky avait un léger avantage. 
Spassky–Fischer, partie 18 ; Gambit dame accepté, Variante classique (ECO D27) 

1.d4 d5 2.c4 dxc4 3.Cf3 a6 4.e3 Cf6 5.Fxc4 e6 6.0-0 c5 7.dxc5 Dxd1 8.Txd1 Fxc5 9.Cbd2 0-0 10.a3 b5 11.Fe2 Fb7 12.b4 Fe7 13.Fb2 Cbd7 14.Tac1 Tfc8 15.Cb3 Txc1 16.Txc1 Tc8 17.Txc8+ Fxc8 18.Cfd4 Cb8 19.Ff3 Rf8 20.Ca5 Fd6 21.Cdb3 e5 22.Cc5 Re7 23.h3 Cfd7 24.Cd3 f6 25.Fe4 g6 26.f4 exf4 27.exf4 Cb6 28.Cb7 Fc7 29.Cbc5 Cc4 (diagramme) 30.Fc1 Cd7 31.Rf1 Cxc5 32.Cxc5 Fb6 33.Fd3 Fxc5 34.bxc5 Fe6 35.Rf2 Rd7 36.Fxc4 Fxc4 ½–½

#### Partie 19: Fischer ½ Spassky ½ (Sicilienne fermée)
|   | a | b | c | d | e | f | g | h |   |
| 8 | Roi noir sur case blanche h7 · Pion noir sur case noire c5 · Pion blanc sur case blanche c4 · Pion blanc sur case noire d4 · Dame noire sur case noire h4 · Roi blanc sur case noire c3 · Dame blanche sur case noire e3 | Roi noir sur case blanche h7 · Pion noir sur case noire c5 · Pion blanc sur case blanche c4 · Pion blanc sur case noire d4 · Dame noire sur case noire h4 · Roi blanc sur case noire c3 · Dame blanche sur case noire e3 | Roi noir sur case blanche h7 · Pion noir sur case noire c5 · Pion blanc sur case blanche c4 · Pion blanc sur case noire d4 · Dame noire sur case noire h4 · Roi blanc sur case noire c3 · Dame blanche sur case noire e3 | Roi noir sur case blanche h7 · Pion noir sur case noire c5 · Pion blanc sur case blanche c4 · Pion blanc sur case noire d4 · Dame noire sur case noire h4 · Roi blanc sur case noire c3 · Dame blanche sur case noire e3 | Roi noir sur case blanche h7 · Pion noir sur case noire c5 · Pion blanc sur case blanche c4 · Pion blanc sur case noire d4 · Dame noire sur case noire h4 · Roi blanc sur case noire c3 · Dame blanche sur case noire e3 | Roi noir sur case blanche h7 · Pion noir sur case noire c5 · Pion blanc sur case blanche c4 · Pion blanc sur case noire d4 · Dame noire sur case noire h4 · Roi blanc sur case noire c3 · Dame blanche sur case noire e3 | Roi noir sur case blanche h7 · Pion noir sur case noire c5 · Pion blanc sur case blanche c4 · Pion blanc sur case noire d4 · Dame noire sur case noire h4 · Roi blanc sur case noire c3 · Dame blanche sur case noire e3 | Roi noir sur case blanche h7 · Pion noir sur case noire c5 · Pion blanc sur case blanche c4 · Pion blanc sur case noire d4 · Dame noire sur case noire h4 · Roi blanc sur case noire c3 · Dame blanche sur case noire e3 | 8 |
| 7 | Roi noir sur case blanche h7 · Pion noir sur case noire c5 · Pion blanc sur case blanche c4 · Pion blanc sur case noire d4 · Dame noire sur case noire h4 · Roi blanc sur case noire c3 · Dame blanche sur case noire e3 | Roi noir sur case blanche h7 · Pion noir sur case noire c5 · Pion blanc sur case blanche c4 · Pion blanc sur case noire d4 · Dame noire sur case noire h4 · Roi blanc sur case noire c3 · Dame blanche sur case noire e3 | Roi noir sur case blanche h7 · Pion noir sur case noire c5 · Pion blanc sur case blanche c4 · Pion blanc sur case noire d4 · Dame noire sur case noire h4 · Roi blanc sur case noire c3 · Dame blanche sur case noire e3 | Roi noir sur case blanche h7 · Pion noir sur case noire c5 · Pion blanc sur case blanche c4 · Pion blanc sur case noire d4 · Dame noire sur case noire h4 · Roi blanc sur case noire c3 · Dame blanche sur case noire e3 | Roi noir sur case blanche h7 · Pion noir sur case noire c5 · Pion blanc sur case blanche c4 · Pion blanc sur case noire d4 · Dame noire sur case noire h4 · Roi blanc sur case noire c3 · Dame blanche sur case noire e3 | Roi noir sur case blanche h7 · Pion noir sur case noire c5 · Pion blanc sur case blanche c4 · Pion blanc sur case noire d4 · Dame noire sur case noire h4 · Roi blanc sur case noire c3 · Dame blanche sur case noire e3 | Roi noir sur case blanche h7 · Pion noir sur case noire c5 · Pion blanc sur case blanche c4 · Pion blanc sur case noire d4 · Dame noire sur case noire h4 · Roi blanc sur case noire c3 · Dame blanche sur case noire e3 | Roi noir sur case blanche h7 · Pion noir sur case noire c5 · Pion blanc sur case blanche c4 · Pion blanc sur case noire d4 · Dame noire sur case noire h4 · Roi blanc sur case noire c3 · Dame blanche sur case noire e3 | 7 |
| 6 | Roi noir sur case blanche h7 · Pion noir sur case noire c5 · Pion blanc sur case blanche c4 · Pion blanc sur case noire d4 · Dame noire sur case noire h4 · Roi blanc sur case noire c3 · Dame blanche sur case noire e3 | Roi noir sur case blanche h7 · Pion noir sur case noire c5 · Pion blanc sur case blanche c4 · Pion blanc sur case noire d4 · Dame noire sur case noire h4 · Roi blanc sur case noire c3 · Dame blanche sur case noire e3 | Roi noir sur case blanche h7 · Pion noir sur case noire c5 · Pion blanc sur case blanche c4 · Pion blanc sur case noire d4 · Dame noire sur case noire h4 · Roi blanc sur case noire c3 · Dame blanche sur case noire e3 | Roi noir sur case blanche h7 · Pion noir sur case noire c5 · Pion blanc sur case blanche c4 · Pion blanc sur case noire d4 · Dame noire sur case noire h4 · Roi blanc sur case noire c3 · Dame blanche sur case noire e3 | Roi noir sur case blanche h7 · Pion noir sur case noire c5 · Pion blanc sur case blanche c4 · Pion blanc sur case noire d4 · Dame noire sur case noire h4 · Roi blanc sur case noire c3 · Dame blanche sur case noire e3 | Roi noir sur case blanche h7 · Pion noir sur case noire c5 · Pion blanc sur case blanche c4 · Pion blanc sur case noire d4 · Dame noire sur case noire h4 · Roi blanc sur case noire c3 · Dame blanche sur case noire e3 | Roi noir sur case blanche h7 · Pion noir sur case noire c5 · Pion blanc sur case blanche c4 · Pion blanc sur case noire d4 · Dame noire sur case noire h4 · Roi blanc sur case noire c3 · Dame blanche sur case noire e3 | Roi noir sur case blanche h7 · Pion noir sur case noire c5 · Pion blanc sur case blanche c4 · Pion blanc sur case noire d4 · Dame noire sur case noire h4 · Roi blanc sur case noire c3 · Dame blanche sur case noire e3 | 6 |
| 5 | Roi noir sur case blanche h7 · Pion noir sur case noire c5 · Pion blanc sur case blanche c4 · Pion blanc sur case noire d4 · Dame noire sur case noire h4 · Roi blanc sur case noire c3 · Dame blanche sur case noire e3 | Roi noir sur case blanche h7 · Pion noir sur case noire c5 · Pion blanc sur case blanche c4 · Pion blanc sur case noire d4 · Dame noire sur case noire h4 · Roi blanc sur case noire c3 · Dame blanche sur case noire e3 | Roi noir sur case blanche h7 · Pion noir sur case noire c5 · Pion blanc sur case blanche c4 · Pion blanc sur case noire d4 · Dame noire sur case noire h4 · Roi blanc sur case noire c3 · Dame blanche sur case noire e3 | Roi noir sur case blanche h7 · Pion noir sur case noire c5 · Pion blanc sur case blanche c4 · Pion blanc sur case noire d4 · Dame noire sur case noire h4 · Roi blanc sur case noire c3 · Dame blanche sur case noire e3 | Roi noir sur case blanche h7 · Pion noir sur case noire c5 · Pion blanc sur case blanche c4 · Pion blanc sur case noire d4 · Dame noire sur case noire h4 · Roi blanc sur case noire c3 · Dame blanche sur case noire e3 | Roi noir sur case blanche h7 · Pion noir sur case noire c5 · Pion blanc sur case blanche c4 · Pion blanc sur case noire d4 · Dame noire sur case noire h4 · Roi blanc sur case noire c3 · Dame blanche sur case noire e3 | Roi noir sur case blanche h7 · Pion noir sur case noire c5 · Pion blanc sur case blanche c4 · Pion blanc sur case noire d4 · Dame noire sur case noire h4 · Roi blanc sur case noire c3 · Dame blanche sur case noire e3 | Roi noir sur case blanche h7 · Pion noir sur case noire c5 · Pion blanc sur case blanche c4 · Pion blanc sur case noire d4 · Dame noire sur case noire h4 · Roi blanc sur case noire c3 · Dame blanche sur case noire e3 | 5 |
| 4 | Roi noir sur case blanche h7 · Pion noir sur case noire c5 · Pion blanc sur case blanche c4 · Pion blanc sur case noire d4 · Dame noire sur case noire h4 · Roi blanc sur case noire c3 · Dame blanche sur case noire e3 | Roi noir sur case blanche h7 · Pion noir sur case noire c5 · Pion blanc sur case blanche c4 · Pion blanc sur case noire d4 · Dame noire sur case noire h4 · Roi blanc sur case noire c3 · Dame blanche sur case noire e3 | Roi noir sur case blanche h7 · Pion noir sur case noire c5 · Pion blanc sur case blanche c4 · Pion blanc sur case noire d4 · Dame noire sur case noire h4 · Roi blanc sur case noire c3 · Dame blanche sur case noire e3 | Roi noir sur case blanche h7 · Pion noir sur case noire c5 · Pion blanc sur case blanche c4 · Pion blanc sur case noire d4 · Dame noire sur case noire h4 · Roi blanc sur case noire c3 · Dame blanche sur case noire e3 | Roi noir sur case blanche h7 · Pion noir sur case noire c5 · Pion blanc sur case blanche c4 · Pion blanc sur case noire d4 · Dame noire sur case noire h4 · Roi blanc sur case noire c3 · Dame blanche sur case noire e3 | Roi noir sur case blanche h7 · Pion noir sur case noire c5 · Pion blanc sur case blanche c4 · Pion blanc sur case noire d4 · Dame noire sur case noire h4 · Roi blanc sur case noire c3 · Dame blanche sur case noire e3 | Roi noir sur case blanche h7 · Pion noir sur case noire c5 · Pion blanc sur case blanche c4 · Pion blanc sur case noire d4 · Dame noire sur case noire h4 · Roi blanc sur case noire c3 · Dame blanche sur case noire e3 | Roi noir sur case blanche h7 · Pion noir sur case noire c5 · Pion blanc sur case blanche c4 · Pion blanc sur case noire d4 · Dame noire sur case noire h4 · Roi blanc sur case noire c3 · Dame blanche sur case noire e3 | 4 |
| 3 | Roi noir sur case blanche h7 · Pion noir sur case noire c5 · Pion blanc sur case blanche c4 · Pion blanc sur case noire d4 · Dame noire sur case noire h4 · Roi blanc sur case noire c3 · Dame blanche sur case noire e3 | Roi noir sur case blanche h7 · Pion noir sur case noire c5 · Pion blanc sur case blanche c4 · Pion blanc sur case noire d4 · Dame noire sur case noire h4 · Roi blanc sur case noire c3 · Dame blanche sur case noire e3 | Roi noir sur case blanche h7 · Pion noir sur case noire c5 · Pion blanc sur case blanche c4 · Pion blanc sur case noire d4 · Dame noire sur case noire h4 · Roi blanc sur case noire c3 · Dame blanche sur case noire e3 | Roi noir sur case blanche h7 · Pion noir sur case noire c5 · Pion blanc sur case blanche c4 · Pion blanc sur case noire d4 · Dame noire sur case noire h4 · Roi blanc sur case noire c3 · Dame blanche sur case noire e3 | Roi noir sur case blanche h7 · Pion noir sur case noire c5 · Pion blanc sur case blanche c4 · Pion blanc sur case noire d4 · Dame noire sur case noire h4 · Roi blanc sur case noire c3 · Dame blanche sur case noire e3 | Roi noir sur case blanche h7 · Pion noir sur case noire c5 · Pion blanc sur case blanche c4 · Pion blanc sur case noire d4 · Dame noire sur case noire h4 · Roi blanc sur case noire c3 · Dame blanche sur case noire e3 | Roi noir sur case blanche h7 · Pion noir sur case noire c5 · Pion blanc sur case blanche c4 · Pion blanc sur case noire d4 · Dame noire sur case noire h4 · Roi blanc sur case noire c3 · Dame blanche sur case noire e3 | Roi noir sur case blanche h7 · Pion noir sur case noire c5 · Pion blanc sur case blanche c4 · Pion blanc sur case noire d4 · Dame noire sur case noire h4 · Roi blanc sur case noire c3 · Dame blanche sur case noire e3 | 3 |
| 2 | Roi noir sur case blanche h7 · Pion noir sur case noire c5 · Pion blanc sur case blanche c4 · Pion blanc sur case noire d4 · Dame noire sur case noire h4 · Roi blanc sur case noire c3 · Dame blanche sur case noire e3 | Roi noir sur case blanche h7 · Pion noir sur case noire c5 · Pion blanc sur case blanche c4 · Pion blanc sur case noire d4 · Dame noire sur case noire h4 · Roi blanc sur case noire c3 · Dame blanche sur case noire e3 | Roi noir sur case blanche h7 · Pion noir sur case noire c5 · Pion blanc sur case blanche c4 · Pion blanc sur case noire d4 · Dame noire sur case noire h4 · Roi blanc sur case noire c3 · Dame blanche sur case noire e3 | Roi noir sur case blanche h7 · Pion noir sur case noire c5 · Pion blanc sur case blanche c4 · Pion blanc sur case noire d4 · Dame noire sur case noire h4 · Roi blanc sur case noire c3 · Dame blanche sur case noire e3 | Roi noir sur case blanche h7 · Pion noir sur case noire c5 · Pion blanc sur case blanche c4 · Pion blanc sur case noire d4 · Dame noire sur case noire h4 · Roi blanc sur case noire c3 · Dame blanche sur case noire e3 | Roi noir sur case blanche h7 · Pion noir sur case noire c5 · Pion blanc sur case blanche c4 · Pion blanc sur case noire d4 · Dame noire sur case noire h4 · Roi blanc sur case noire c3 · Dame blanche sur case noire e3 | Roi noir sur case blanche h7 · Pion noir sur case noire c5 · Pion blanc sur case blanche c4 · Pion blanc sur case noire d4 · Dame noire sur case noire h4 · Roi blanc sur case noire c3 · Dame blanche sur case noire e3 | Roi noir sur case blanche h7 · Pion noir sur case noire c5 · Pion blanc sur case blanche c4 · Pion blanc sur case noire d4 · Dame noire sur case noire h4 · Roi blanc sur case noire c3 · Dame blanche sur case noire e3 | 2 |
| 1 | Roi noir sur case blanche h7 · Pion noir sur case noire c5 · Pion blanc sur case blanche c4 · Pion blanc sur case noire d4 · Dame noire sur case noire h4 · Roi blanc sur case noire c3 · Dame blanche sur case noire e3 | Roi noir sur case blanche h7 · Pion noir sur case noire c5 · Pion blanc sur case blanche c4 · Pion blanc sur case noire d4 · Dame noire sur case noire h4 · Roi blanc sur case noire c3 · Dame blanche sur case noire e3 | Roi noir sur case blanche h7 · Pion noir sur case noire c5 · Pion blanc sur case blanche c4 · Pion blanc sur case noire d4 · Dame noire sur case noire h4 · Roi blanc sur case noire c3 · Dame blanche sur case noire e3 | Roi noir sur case blanche h7 · Pion noir sur case noire c5 · Pion blanc sur case blanche c4 · Pion blanc sur case noire d4 · Dame noire sur case noire h4 · Roi blanc sur case noire c3 · Dame blanche sur case noire e3 | Roi noir sur case blanche h7 · Pion noir sur case noire c5 · Pion blanc sur case blanche c4 · Pion blanc sur case noire d4 · Dame noire sur case noire h4 · Roi blanc sur case noire c3 · Dame blanche sur case noire e3 | Roi noir sur case blanche h7 · Pion noir sur case noire c5 · Pion blanc sur case blanche c4 · Pion blanc sur case noire d4 · Dame noire sur case noire h4 · Roi blanc sur case noire c3 · Dame blanche sur case noire e3 | Roi noir sur case blanche h7 · Pion noir sur case noire c5 · Pion blanc sur case blanche c4 · Pion blanc sur case noire d4 · Dame noire sur case noire h4 · Roi blanc sur case noire c3 · Dame blanche sur case noire e3 | Roi noir sur case blanche h7 · Pion noir sur case noire c5 · Pion blanc sur case blanche c4 · Pion blanc sur case noire d4 · Dame noire sur case noire h4 · Roi blanc sur case noire c3 · Dame blanche sur case noire e3 | 1 |
|   | a | b | c | d | e | f | g | h |   |

14 octobre. Au lieu de 14.Tb1, 14.f5 aurait donné un léger avantage à Fischer (Matanović). 
Fischer–Spassky, partie 19 ; Défense sicilienne, Variante fermée (ECO B23) 

1.e4 c5 2.Cc3 Cc6 3.Cge2 e5 4.Cd5 Cge7 5.Cec3 Cxd5 6.Cxd5 Fe7 7.g3 d6 8.Fg2 h5 9.h4 Fe6 10.d3 Fxd5 11.exd5 Cb8 12.f4 Cd7 13.0-0 g6 14.Tb1 f5 15.b4 b6 16.bxc5 bxc5 17.c4 0-0 18.Da4 Ff6 19.Tb7 Cb6 20.Db5 Tf7 21.Txf7 Rxf7 22.Fd2 Tb8 23.Dc6 Cc8 24.Te1 Ce7 25.Da4 Dc7 26.Rh2 exf4 27.Fxf4 Fe5 28.Te2 Tb6 29.Rh3 Cg8 30.Txe5 dxe5 31.Fxe5 De7 32.d6 Txd6 33.Fxd6 Dxd6 34.Fd5+ Rf8 35.Dxa7 Ce7 36.Da8+ Rg7 37.Db7 Rf8 38.a4 f4 39.a5 fxg3 40.a6 Df4 41.Ff3 Cf5 42.De4 g2 43.Dxf4 g1=D 44.Fe4 Da1 45.a7 Dxa7 46.Fxf5 gxf5 47.Dxf5+ Rg7 48.Dg5+ Rf8 49.Dh6+ Rg8 50.Dxh5 Dc7 51.Dg6+ Rh8 52.Df6+ Rg8 53.De6+ Rh8 54.Dd5 Df7 55.Rg2 Dg6+ 56.Rh3 Df7 57.De5+ Rh7 58.Rg4 Dg6+ 59.Rf4 Dh6+ 60.Rf3 Dg6 61.De4 Rh8 62.Re2 Dd6 63.De3 Dh2+ 64.Rd1 Dh1+ 65.Rd2 Dh2+ 66.Rc3 Dxh4 67.d4 Rh7 (diagramme) 68.d5 Df6+ 69.Rc2 Dd6 70.Dg5 Rh8 71.Rd2 Db6 72.De5+ Rg8 73.De8+ Rg7 74.Db5 Dc7 75.Rc2 Rf8 76.Da6 Dh2+ 77.Rb3 Db8+ 78.Db5 Dc7 79.Ra3 Da7+ 80.Rb3 Re7 81.Rc2 Rd8 82.Rd2 Dc7 83.Da6 Df4+ 84.Rc2 De4+ ½–½

#### Partie 20: Spassky 1 Fischer 0 (Sicilienne fermée)
|   | a | b | c | d | e | f | g | h |   |
| 8 | Fou noir sur case blanche a8 · Tour noire sur case noire b8 · Tour noire sur case blanche c8 · Roi noir sur case blanche g8 · Dame noire sur case noire c7 · Cavalier noir sur case blanche d7 · Cavalier noir sur case noire e7 · Pion noir sur case blanche f7 · Fou noir sur case noire g7 · Pion noir sur case blanche h7 · Pion noir sur case noire d6 · Pion noir sur case blanche e6 · Pion noir sur case blanche g6 · Pion noir sur case noire a5 · Pion blanc sur case noire g5 · Pion noir sur case noire b4 · Cavalier blanc sur case blanche c4 · Cavalier blanc sur case noire d4 · Pion blanc sur case blanche e4 · Pion blanc sur case noire f4 · Pion blanc sur case blanche b3 · Pion blanc sur case blanche d3 · Pion blanc sur case blanche h3 · Tour blanche sur case blanche a2 · Pion blanc sur case blanche c2 · Dame blanche sur case noire d2 · Fou blanc sur case blanche g2 · Tour blanche sur case blanche f1 · Fou blanc sur case noire g1 · Roi blanc sur case blanche h1 | Fou noir sur case blanche a8 · Tour noire sur case noire b8 · Tour noire sur case blanche c8 · Roi noir sur case blanche g8 · Dame noire sur case noire c7 · Cavalier noir sur case blanche d7 · Cavalier noir sur case noire e7 · Pion noir sur case blanche f7 · Fou noir sur case noire g7 · Pion noir sur case blanche h7 · Pion noir sur case noire d6 · Pion noir sur case blanche e6 · Pion noir sur case blanche g6 · Pion noir sur case noire a5 · Pion blanc sur case noire g5 · Pion noir sur case noire b4 · Cavalier blanc sur case blanche c4 · Cavalier blanc sur case noire d4 · Pion blanc sur case blanche e4 · Pion blanc sur case noire f4 · Pion blanc sur case blanche b3 · Pion blanc sur case blanche d3 · Pion blanc sur case blanche h3 · Tour blanche sur case blanche a2 · Pion blanc sur case blanche c2 · Dame blanche sur case noire d2 · Fou blanc sur case blanche g2 · Tour blanche sur case blanche f1 · Fou blanc sur case noire g1 · Roi blanc sur case blanche h1 | Fou noir sur case blanche a8 · Tour noire sur case noire b8 · Tour noire sur case blanche c8 · Roi noir sur case blanche g8 · Dame noire sur case noire c7 · Cavalier noir sur case blanche d7 · Cavalier noir sur case noire e7 · Pion noir sur case blanche f7 · Fou noir sur case noire g7 · Pion noir sur case blanche h7 · Pion noir sur case noire d6 · Pion noir sur case blanche e6 · Pion noir sur case blanche g6 · Pion noir sur case noire a5 · Pion blanc sur case noire g5 · Pion noir sur case noire b4 · Cavalier blanc sur case blanche c4 · Cavalier blanc sur case noire d4 · Pion blanc sur case blanche e4 · Pion blanc sur case noire f4 · Pion blanc sur case blanche b3 · Pion blanc sur case blanche d3 · Pion blanc sur case blanche h3 · Tour blanche sur case blanche a2 · Pion blanc sur case blanche c2 · Dame blanche sur case noire d2 · Fou blanc sur case blanche g2 · Tour blanche sur case blanche f1 · Fou blanc sur case noire g1 · Roi blanc sur case blanche h1 | Fou noir sur case blanche a8 · Tour noire sur case noire b8 · Tour noire sur case blanche c8 · Roi noir sur case blanche g8 · Dame noire sur case noire c7 · Cavalier noir sur case blanche d7 · Cavalier noir sur case noire e7 · Pion noir sur case blanche f7 · Fou noir sur case noire g7 · Pion noir sur case blanche h7 · Pion noir sur case noire d6 · Pion noir sur case blanche e6 · Pion noir sur case blanche g6 · Pion noir sur case noire a5 · Pion blanc sur case noire g5 · Pion noir sur case noire b4 · Cavalier blanc sur case blanche c4 · Cavalier blanc sur case noire d4 · Pion blanc sur case blanche e4 · Pion blanc sur case noire f4 · Pion blanc sur case blanche b3 · Pion blanc sur case blanche d3 · Pion blanc sur case blanche h3 · Tour blanche sur case blanche a2 · Pion blanc sur case blanche c2 · Dame blanche sur case noire d2 · Fou blanc sur case blanche g2 · Tour blanche sur case blanche f1 · Fou blanc sur case noire g1 · Roi blanc sur case blanche h1 | Fou noir sur case blanche a8 · Tour noire sur case noire b8 · Tour noire sur case blanche c8 · Roi noir sur case blanche g8 · Dame noire sur case noire c7 · Cavalier noir sur case blanche d7 · Cavalier noir sur case noire e7 · Pion noir sur case blanche f7 · Fou noir sur case noire g7 · Pion noir sur case blanche h7 · Pion noir sur case noire d6 · Pion noir sur case blanche e6 · Pion noir sur case blanche g6 · Pion noir sur case noire a5 · Pion blanc sur case noire g5 · Pion noir sur case noire b4 · Cavalier blanc sur case blanche c4 · Cavalier blanc sur case noire d4 · Pion blanc sur case blanche e4 · Pion blanc sur case noire f4 · Pion blanc sur case blanche b3 · Pion blanc sur case blanche d3 · Pion blanc sur case blanche h3 · Tour blanche sur case blanche a2 · Pion blanc sur case blanche c2 · Dame blanche sur case noire d2 · Fou blanc sur case blanche g2 · Tour blanche sur case blanche f1 · Fou blanc sur case noire g1 · Roi blanc sur case blanche h1 | Fou noir sur case blanche a8 · Tour noire sur case noire b8 · Tour noire sur case blanche c8 · Roi noir sur case blanche g8 · Dame noire sur case noire c7 · Cavalier noir sur case blanche d7 · Cavalier noir sur case noire e7 · Pion noir sur case blanche f7 · Fou noir sur case noire g7 · Pion noir sur case blanche h7 · Pion noir sur case noire d6 · Pion noir sur case blanche e6 · Pion noir sur case blanche g6 · Pion noir sur case noire a5 · Pion blanc sur case noire g5 · Pion noir sur case noire b4 · Cavalier blanc sur case blanche c4 · Cavalier blanc sur case noire d4 · Pion blanc sur case blanche e4 · Pion blanc sur case noire f4 · Pion blanc sur case blanche b3 · Pion blanc sur case blanche d3 · Pion blanc sur case blanche h3 · Tour blanche sur case blanche a2 · Pion blanc sur case blanche c2 · Dame blanche sur case noire d2 · Fou blanc sur case blanche g2 · Tour blanche sur case blanche f1 · Fou blanc sur case noire g1 · Roi blanc sur case blanche h1 | Fou noir sur case blanche a8 · Tour noire sur case noire b8 · Tour noire sur case blanche c8 · Roi noir sur case blanche g8 · Dame noire sur case noire c7 · Cavalier noir sur case blanche d7 · Cavalier noir sur case noire e7 · Pion noir sur case blanche f7 · Fou noir sur case noire g7 · Pion noir sur case blanche h7 · Pion noir sur case noire d6 · Pion noir sur case blanche e6 · Pion noir sur case blanche g6 · Pion noir sur case noire a5 · Pion blanc sur case noire g5 · Pion noir sur case noire b4 · Cavalier blanc sur case blanche c4 · Cavalier blanc sur case noire d4 · Pion blanc sur case blanche e4 · Pion blanc sur case noire f4 · Pion blanc sur case blanche b3 · Pion blanc sur case blanche d3 · Pion blanc sur case blanche h3 · Tour blanche sur case blanche a2 · Pion blanc sur case blanche c2 · Dame blanche sur case noire d2 · Fou blanc sur case blanche g2 · Tour blanche sur case blanche f1 · Fou blanc sur case noire g1 · Roi blanc sur case blanche h1 | Fou noir sur case blanche a8 · Tour noire sur case noire b8 · Tour noire sur case blanche c8 · Roi noir sur case blanche g8 · Dame noire sur case noire c7 · Cavalier noir sur case blanche d7 · Cavalier noir sur case noire e7 · Pion noir sur case blanche f7 · Fou noir sur case noire g7 · Pion noir sur case blanche h7 · Pion noir sur case noire d6 · Pion noir sur case blanche e6 · Pion noir sur case blanche g6 · Pion noir sur case noire a5 · Pion blanc sur case noire g5 · Pion noir sur case noire b4 · Cavalier blanc sur case blanche c4 · Cavalier blanc sur case noire d4 · Pion blanc sur case blanche e4 · Pion blanc sur case noire f4 · Pion blanc sur case blanche b3 · Pion blanc sur case blanche d3 · Pion blanc sur case blanche h3 · Tour blanche sur case blanche a2 · Pion blanc sur case blanche c2 · Dame blanche sur case noire d2 · Fou blanc sur case blanche g2 · Tour blanche sur case blanche f1 · Fou blanc sur case noire g1 · Roi blanc sur case blanche h1 | 8 |
| 7 | Fou noir sur case blanche a8 · Tour noire sur case noire b8 · Tour noire sur case blanche c8 · Roi noir sur case blanche g8 · Dame noire sur case noire c7 · Cavalier noir sur case blanche d7 · Cavalier noir sur case noire e7 · Pion noir sur case blanche f7 · Fou noir sur case noire g7 · Pion noir sur case blanche h7 · Pion noir sur case noire d6 · Pion noir sur case blanche e6 · Pion noir sur case blanche g6 · Pion noir sur case noire a5 · Pion blanc sur case noire g5 · Pion noir sur case noire b4 · Cavalier blanc sur case blanche c4 · Cavalier blanc sur case noire d4 · Pion blanc sur case blanche e4 · Pion blanc sur case noire f4 · Pion blanc sur case blanche b3 · Pion blanc sur case blanche d3 · Pion blanc sur case blanche h3 · Tour blanche sur case blanche a2 · Pion blanc sur case blanche c2 · Dame blanche sur case noire d2 · Fou blanc sur case blanche g2 · Tour blanche sur case blanche f1 · Fou blanc sur case noire g1 · Roi blanc sur case blanche h1 | Fou noir sur case blanche a8 · Tour noire sur case noire b8 · Tour noire sur case blanche c8 · Roi noir sur case blanche g8 · Dame noire sur case noire c7 · Cavalier noir sur case blanche d7 · Cavalier noir sur case noire e7 · Pion noir sur case blanche f7 · Fou noir sur case noire g7 · Pion noir sur case blanche h7 · Pion noir sur case noire d6 · Pion noir sur case blanche e6 · Pion noir sur case blanche g6 · Pion noir sur case noire a5 · Pion blanc sur case noire g5 · Pion noir sur case noire b4 · Cavalier blanc sur case blanche c4 · Cavalier blanc sur case noire d4 · Pion blanc sur case blanche e4 · Pion blanc sur case noire f4 · Pion blanc sur case blanche b3 · Pion blanc sur case blanche d3 · Pion blanc sur case blanche h3 · Tour blanche sur case blanche a2 · Pion blanc sur case blanche c2 · Dame blanche sur case noire d2 · Fou blanc sur case blanche g2 · Tour blanche sur case blanche f1 · Fou blanc sur case noire g1 · Roi blanc sur case blanche h1 | Fou noir sur case blanche a8 · Tour noire sur case noire b8 · Tour noire sur case blanche c8 · Roi noir sur case blanche g8 · Dame noire sur case noire c7 · Cavalier noir sur case blanche d7 · Cavalier noir sur case noire e7 · Pion noir sur case blanche f7 · Fou noir sur case noire g7 · Pion noir sur case blanche h7 · Pion noir sur case noire d6 · Pion noir sur case blanche e6 · Pion noir sur case blanche g6 · Pion noir sur case noire a5 · Pion blanc sur case noire g5 · Pion noir sur case noire b4 · Cavalier blanc sur case blanche c4 · Cavalier blanc sur case noire d4 · Pion blanc sur case blanche e4 · Pion blanc sur case noire f4 · Pion blanc sur case blanche b3 · Pion blanc sur case blanche d3 · Pion blanc sur case blanche h3 · Tour blanche sur case blanche a2 · Pion blanc sur case blanche c2 · Dame blanche sur case noire d2 · Fou blanc sur case blanche g2 · Tour blanche sur case blanche f1 · Fou blanc sur case noire g1 · Roi blanc sur case blanche h1 | Fou noir sur case blanche a8 · Tour noire sur case noire b8 · Tour noire sur case blanche c8 · Roi noir sur case blanche g8 · Dame noire sur case noire c7 · Cavalier noir sur case blanche d7 · Cavalier noir sur case noire e7 · Pion noir sur case blanche f7 · Fou noir sur case noire g7 · Pion noir sur case blanche h7 · Pion noir sur case noire d6 · Pion noir sur case blanche e6 · Pion noir sur case blanche g6 · Pion noir sur case noire a5 · Pion blanc sur case noire g5 · Pion noir sur case noire b4 · Cavalier blanc sur case blanche c4 · Cavalier blanc sur case noire d4 · Pion blanc sur case blanche e4 · Pion blanc sur case noire f4 · Pion blanc sur case blanche b3 · Pion blanc sur case blanche d3 · Pion blanc sur case blanche h3 · Tour blanche sur case blanche a2 · Pion blanc sur case blanche c2 · Dame blanche sur case noire d2 · Fou blanc sur case blanche g2 · Tour blanche sur case blanche f1 · Fou blanc sur case noire g1 · Roi blanc sur case blanche h1 | Fou noir sur case blanche a8 · Tour noire sur case noire b8 · Tour noire sur case blanche c8 · Roi noir sur case blanche g8 · Dame noire sur case noire c7 · Cavalier noir sur case blanche d7 · Cavalier noir sur case noire e7 · Pion noir sur case blanche f7 · Fou noir sur case noire g7 · Pion noir sur case blanche h7 · Pion noir sur case noire d6 · Pion noir sur case blanche e6 · Pion noir sur case blanche g6 · Pion noir sur case noire a5 · Pion blanc sur case noire g5 · Pion noir sur case noire b4 · Cavalier blanc sur case blanche c4 · Cavalier blanc sur case noire d4 · Pion blanc sur case blanche e4 · Pion blanc sur case noire f4 · Pion blanc sur case blanche b3 · Pion blanc sur case blanche d3 · Pion blanc sur case blanche h3 · Tour blanche sur case blanche a2 · Pion blanc sur case blanche c2 · Dame blanche sur case noire d2 · Fou blanc sur case blanche g2 · Tour blanche sur case blanche f1 · Fou blanc sur case noire g1 · Roi blanc sur case blanche h1 | Fou noir sur case blanche a8 · Tour noire sur case noire b8 · Tour noire sur case blanche c8 · Roi noir sur case blanche g8 · Dame noire sur case noire c7 · Cavalier noir sur case blanche d7 · Cavalier noir sur case noire e7 · Pion noir sur case blanche f7 · Fou noir sur case noire g7 · Pion noir sur case blanche h7 · Pion noir sur case noire d6 · Pion noir sur case blanche e6 · Pion noir sur case blanche g6 · Pion noir sur case noire a5 · Pion blanc sur case noire g5 · Pion noir sur case noire b4 · Cavalier blanc sur case blanche c4 · Cavalier blanc sur case noire d4 · Pion blanc sur case blanche e4 · Pion blanc sur case noire f4 · Pion blanc sur case blanche b3 · Pion blanc sur case blanche d3 · Pion blanc sur case blanche h3 · Tour blanche sur case blanche a2 · Pion blanc sur case blanche c2 · Dame blanche sur case noire d2 · Fou blanc sur case blanche g2 · Tour blanche sur case blanche f1 · Fou blanc sur case noire g1 · Roi blanc sur case blanche h1 | Fou noir sur case blanche a8 · Tour noire sur case noire b8 · Tour noire sur case blanche c8 · Roi noir sur case blanche g8 · Dame noire sur case noire c7 · Cavalier noir sur case blanche d7 · Cavalier noir sur case noire e7 · Pion noir sur case blanche f7 · Fou noir sur case noire g7 · Pion noir sur case blanche h7 · Pion noir sur case noire d6 · Pion noir sur case blanche e6 · Pion noir sur case blanche g6 · Pion noir sur case noire a5 · Pion blanc sur case noire g5 · Pion noir sur case noire b4 · Cavalier blanc sur case blanche c4 · Cavalier blanc sur case noire d4 · Pion blanc sur case blanche e4 · Pion blanc sur case noire f4 · Pion blanc sur case blanche b3 · Pion blanc sur case blanche d3 · Pion blanc sur case blanche h3 · Tour blanche sur case blanche a2 · Pion blanc sur case blanche c2 · Dame blanche sur case noire d2 · Fou blanc sur case blanche g2 · Tour blanche sur case blanche f1 · Fou blanc sur case noire g1 · Roi blanc sur case blanche h1 | Fou noir sur case blanche a8 · Tour noire sur case noire b8 · Tour noire sur case blanche c8 · Roi noir sur case blanche g8 · Dame noire sur case noire c7 · Cavalier noir sur case blanche d7 · Cavalier noir sur case noire e7 · Pion noir sur case blanche f7 · Fou noir sur case noire g7 · Pion noir sur case blanche h7 · Pion noir sur case noire d6 · Pion noir sur case blanche e6 · Pion noir sur case blanche g6 · Pion noir sur case noire a5 · Pion blanc sur case noire g5 · Pion noir sur case noire b4 · Cavalier blanc sur case blanche c4 · Cavalier blanc sur case noire d4 · Pion blanc sur case blanche e4 · Pion blanc sur case noire f4 · Pion blanc sur case blanche b3 · Pion blanc sur case blanche d3 · Pion blanc sur case blanche h3 · Tour blanche sur case blanche a2 · Pion blanc sur case blanche c2 · Dame blanche sur case noire d2 · Fou blanc sur case blanche g2 · Tour blanche sur case blanche f1 · Fou blanc sur case noire g1 · Roi blanc sur case blanche h1 | 7 |
| 6 | Fou noir sur case blanche a8 · Tour noire sur case noire b8 · Tour noire sur case blanche c8 · Roi noir sur case blanche g8 · Dame noire sur case noire c7 · Cavalier noir sur case blanche d7 · Cavalier noir sur case noire e7 · Pion noir sur case blanche f7 · Fou noir sur case noire g7 · Pion noir sur case blanche h7 · Pion noir sur case noire d6 · Pion noir sur case blanche e6 · Pion noir sur case blanche g6 · Pion noir sur case noire a5 · Pion blanc sur case noire g5 · Pion noir sur case noire b4 · Cavalier blanc sur case blanche c4 · Cavalier blanc sur case noire d4 · Pion blanc sur case blanche e4 · Pion blanc sur case noire f4 · Pion blanc sur case blanche b3 · Pion blanc sur case blanche d3 · Pion blanc sur case blanche h3 · Tour blanche sur case blanche a2 · Pion blanc sur case blanche c2 · Dame blanche sur case noire d2 · Fou blanc sur case blanche g2 · Tour blanche sur case blanche f1 · Fou blanc sur case noire g1 · Roi blanc sur case blanche h1 | Fou noir sur case blanche a8 · Tour noire sur case noire b8 · Tour noire sur case blanche c8 · Roi noir sur case blanche g8 · Dame noire sur case noire c7 · Cavalier noir sur case blanche d7 · Cavalier noir sur case noire e7 · Pion noir sur case blanche f7 · Fou noir sur case noire g7 · Pion noir sur case blanche h7 · Pion noir sur case noire d6 · Pion noir sur case blanche e6 · Pion noir sur case blanche g6 · Pion noir sur case noire a5 · Pion blanc sur case noire g5 · Pion noir sur case noire b4 · Cavalier blanc sur case blanche c4 · Cavalier blanc sur case noire d4 · Pion blanc sur case blanche e4 · Pion blanc sur case noire f4 · Pion blanc sur case blanche b3 · Pion blanc sur case blanche d3 · Pion blanc sur case blanche h3 · Tour blanche sur case blanche a2 · Pion blanc sur case blanche c2 · Dame blanche sur case noire d2 · Fou blanc sur case blanche g2 · Tour blanche sur case blanche f1 · Fou blanc sur case noire g1 · Roi blanc sur case blanche h1 | Fou noir sur case blanche a8 · Tour noire sur case noire b8 · Tour noire sur case blanche c8 · Roi noir sur case blanche g8 · Dame noire sur case noire c7 · Cavalier noir sur case blanche d7 · Cavalier noir sur case noire e7 · Pion noir sur case blanche f7 · Fou noir sur case noire g7 · Pion noir sur case blanche h7 · Pion noir sur case noire d6 · Pion noir sur case blanche e6 · Pion noir sur case blanche g6 · Pion noir sur case noire a5 · Pion blanc sur case noire g5 · Pion noir sur case noire b4 · Cavalier blanc sur case blanche c4 · Cavalier blanc sur case noire d4 · Pion blanc sur case blanche e4 · Pion blanc sur case noire f4 · Pion blanc sur case blanche b3 · Pion blanc sur case blanche d3 · Pion blanc sur case blanche h3 · Tour blanche sur case blanche a2 · Pion blanc sur case blanche c2 · Dame blanche sur case noire d2 · Fou blanc sur case blanche g2 · Tour blanche sur case blanche f1 · Fou blanc sur case noire g1 · Roi blanc sur case blanche h1 | Fou noir sur case blanche a8 · Tour noire sur case noire b8 · Tour noire sur case blanche c8 · Roi noir sur case blanche g8 · Dame noire sur case noire c7 · Cavalier noir sur case blanche d7 · Cavalier noir sur case noire e7 · Pion noir sur case blanche f7 · Fou noir sur case noire g7 · Pion noir sur case blanche h7 · Pion noir sur case noire d6 · Pion noir sur case blanche e6 · Pion noir sur case blanche g6 · Pion noir sur case noire a5 · Pion blanc sur case noire g5 · Pion noir sur case noire b4 · Cavalier blanc sur case blanche c4 · Cavalier blanc sur case noire d4 · Pion blanc sur case blanche e4 · Pion blanc sur case noire f4 · Pion blanc sur case blanche b3 · Pion blanc sur case blanche d3 · Pion blanc sur case blanche h3 · Tour blanche sur case blanche a2 · Pion blanc sur case blanche c2 · Dame blanche sur case noire d2 · Fou blanc sur case blanche g2 · Tour blanche sur case blanche f1 · Fou blanc sur case noire g1 · Roi blanc sur case blanche h1 | Fou noir sur case blanche a8 · Tour noire sur case noire b8 · Tour noire sur case blanche c8 · Roi noir sur case blanche g8 · Dame noire sur case noire c7 · Cavalier noir sur case blanche d7 · Cavalier noir sur case noire e7 · Pion noir sur case blanche f7 · Fou noir sur case noire g7 · Pion noir sur case blanche h7 · Pion noir sur case noire d6 · Pion noir sur case blanche e6 · Pion noir sur case blanche g6 · Pion noir sur case noire a5 · Pion blanc sur case noire g5 · Pion noir sur case noire b4 · Cavalier blanc sur case blanche c4 · Cavalier blanc sur case noire d4 · Pion blanc sur case blanche e4 · Pion blanc sur case noire f4 · Pion blanc sur case blanche b3 · Pion blanc sur case blanche d3 · Pion blanc sur case blanche h3 · Tour blanche sur case blanche a2 · Pion blanc sur case blanche c2 · Dame blanche sur case noire d2 · Fou blanc sur case blanche g2 · Tour blanche sur case blanche f1 · Fou blanc sur case noire g1 · Roi blanc sur case blanche h1 | Fou noir sur case blanche a8 · Tour noire sur case noire b8 · Tour noire sur case blanche c8 · Roi noir sur case blanche g8 · Dame noire sur case noire c7 · Cavalier noir sur case blanche d7 · Cavalier noir sur case noire e7 · Pion noir sur case blanche f7 · Fou noir sur case noire g7 · Pion noir sur case blanche h7 · Pion noir sur case noire d6 · Pion noir sur case blanche e6 · Pion noir sur case blanche g6 · Pion noir sur case noire a5 · Pion blanc sur case noire g5 · Pion noir sur case noire b4 · Cavalier blanc sur case blanche c4 · Cavalier blanc sur case noire d4 · Pion blanc sur case blanche e4 · Pion blanc sur case noire f4 · Pion blanc sur case blanche b3 · Pion blanc sur case blanche d3 · Pion blanc sur case blanche h3 · Tour blanche sur case blanche a2 · Pion blanc sur case blanche c2 · Dame blanche sur case noire d2 · Fou blanc sur case blanche g2 · Tour blanche sur case blanche f1 · Fou blanc sur case noire g1 · Roi blanc sur case blanche h1 | Fou noir sur case blanche a8 · Tour noire sur case noire b8 · Tour noire sur case blanche c8 · Roi noir sur case blanche g8 · Dame noire sur case noire c7 · Cavalier noir sur case blanche d7 · Cavalier noir sur case noire e7 · Pion noir sur case blanche f7 · Fou noir sur case noire g7 · Pion noir sur case blanche h7 · Pion noir sur case noire d6 · Pion noir sur case blanche e6 · Pion noir sur case blanche g6 · Pion noir sur case noire a5 · Pion blanc sur case noire g5 · Pion noir sur case noire b4 · Cavalier blanc sur case blanche c4 · Cavalier blanc sur case noire d4 · Pion blanc sur case blanche e4 · Pion blanc sur case noire f4 · Pion blanc sur case blanche b3 · Pion blanc sur case blanche d3 · Pion blanc sur case blanche h3 · Tour blanche sur case blanche a2 · Pion blanc sur case blanche c2 · Dame blanche sur case noire d2 · Fou blanc sur case blanche g2 · Tour blanche sur case blanche f1 · Fou blanc sur case noire g1 · Roi blanc sur case blanche h1 | Fou noir sur case blanche a8 · Tour noire sur case noire b8 · Tour noire sur case blanche c8 · Roi noir sur case blanche g8 · Dame noire sur case noire c7 · Cavalier noir sur case blanche d7 · Cavalier noir sur case noire e7 · Pion noir sur case blanche f7 · Fou noir sur case noire g7 · Pion noir sur case blanche h7 · Pion noir sur case noire d6 · Pion noir sur case blanche e6 · Pion noir sur case blanche g6 · Pion noir sur case noire a5 · Pion blanc sur case noire g5 · Pion noir sur case noire b4 · Cavalier blanc sur case blanche c4 · Cavalier blanc sur case noire d4 · Pion blanc sur case blanche e4 · Pion blanc sur case noire f4 · Pion blanc sur case blanche b3 · Pion blanc sur case blanche d3 · Pion blanc sur case blanche h3 · Tour blanche sur case blanche a2 · Pion blanc sur case blanche c2 · Dame blanche sur case noire d2 · Fou blanc sur case blanche g2 · Tour blanche sur case blanche f1 · Fou blanc sur case noire g1 · Roi blanc sur case blanche h1 | 6 |
| 5 | Fou noir sur case blanche a8 · Tour noire sur case noire b8 · Tour noire sur case blanche c8 · Roi noir sur case blanche g8 · Dame noire sur case noire c7 · Cavalier noir sur case blanche d7 · Cavalier noir sur case noire e7 · Pion noir sur case blanche f7 · Fou noir sur case noire g7 · Pion noir sur case blanche h7 · Pion noir sur case noire d6 · Pion noir sur case blanche e6 · Pion noir sur case blanche g6 · Pion noir sur case noire a5 · Pion blanc sur case noire g5 · Pion noir sur case noire b4 · Cavalier blanc sur case blanche c4 · Cavalier blanc sur case noire d4 · Pion blanc sur case blanche e4 · Pion blanc sur case noire f4 · Pion blanc sur case blanche b3 · Pion blanc sur case blanche d3 · Pion blanc sur case blanche h3 · Tour blanche sur case blanche a2 · Pion blanc sur case blanche c2 · Dame blanche sur case noire d2 · Fou blanc sur case blanche g2 · Tour blanche sur case blanche f1 · Fou blanc sur case noire g1 · Roi blanc sur case blanche h1 | Fou noir sur case blanche a8 · Tour noire sur case noire b8 · Tour noire sur case blanche c8 · Roi noir sur case blanche g8 · Dame noire sur case noire c7 · Cavalier noir sur case blanche d7 · Cavalier noir sur case noire e7 · Pion noir sur case blanche f7 · Fou noir sur case noire g7 · Pion noir sur case blanche h7 · Pion noir sur case noire d6 · Pion noir sur case blanche e6 · Pion noir sur case blanche g6 · Pion noir sur case noire a5 · Pion blanc sur case noire g5 · Pion noir sur case noire b4 · Cavalier blanc sur case blanche c4 · Cavalier blanc sur case noire d4 · Pion blanc sur case blanche e4 · Pion blanc sur case noire f4 · Pion blanc sur case blanche b3 · Pion blanc sur case blanche d3 · Pion blanc sur case blanche h3 · Tour blanche sur case blanche a2 · Pion blanc sur case blanche c2 · Dame blanche sur case noire d2 · Fou blanc sur case blanche g2 · Tour blanche sur case blanche f1 · Fou blanc sur case noire g1 · Roi blanc sur case blanche h1 | Fou noir sur case blanche a8 · Tour noire sur case noire b8 · Tour noire sur case blanche c8 · Roi noir sur case blanche g8 · Dame noire sur case noire c7 · Cavalier noir sur case blanche d7 · Cavalier noir sur case noire e7 · Pion noir sur case blanche f7 · Fou noir sur case noire g7 · Pion noir sur case blanche h7 · Pion noir sur case noire d6 · Pion noir sur case blanche e6 · Pion noir sur case blanche g6 · Pion noir sur case noire a5 · Pion blanc sur case noire g5 · Pion noir sur case noire b4 · Cavalier blanc sur case blanche c4 · Cavalier blanc sur case noire d4 · Pion blanc sur case blanche e4 · Pion blanc sur case noire f4 · Pion blanc sur case blanche b3 · Pion blanc sur case blanche d3 · Pion blanc sur case blanche h3 · Tour blanche sur case blanche a2 · Pion blanc sur case blanche c2 · Dame blanche sur case noire d2 · Fou blanc sur case blanche g2 · Tour blanche sur case blanche f1 · Fou blanc sur case noire g1 · Roi blanc sur case blanche h1 | Fou noir sur case blanche a8 · Tour noire sur case noire b8 · Tour noire sur case blanche c8 · Roi noir sur case blanche g8 · Dame noire sur case noire c7 · Cavalier noir sur case blanche d7 · Cavalier noir sur case noire e7 · Pion noir sur case blanche f7 · Fou noir sur case noire g7 · Pion noir sur case blanche h7 · Pion noir sur case noire d6 · Pion noir sur case blanche e6 · Pion noir sur case blanche g6 · Pion noir sur case noire a5 · Pion blanc sur case noire g5 · Pion noir sur case noire b4 · Cavalier blanc sur case blanche c4 · Cavalier blanc sur case noire d4 · Pion blanc sur case blanche e4 · Pion blanc sur case noire f4 · Pion blanc sur case blanche b3 · Pion blanc sur case blanche d3 · Pion blanc sur case blanche h3 · Tour blanche sur case blanche a2 · Pion blanc sur case blanche c2 · Dame blanche sur case noire d2 · Fou blanc sur case blanche g2 · Tour blanche sur case blanche f1 · Fou blanc sur case noire g1 · Roi blanc sur case blanche h1 | Fou noir sur case blanche a8 · Tour noire sur case noire b8 · Tour noire sur case blanche c8 · Roi noir sur case blanche g8 · Dame noire sur case noire c7 · Cavalier noir sur case blanche d7 · Cavalier noir sur case noire e7 · Pion noir sur case blanche f7 · Fou noir sur case noire g7 · Pion noir sur case blanche h7 · Pion noir sur case noire d6 · Pion noir sur case blanche e6 · Pion noir sur case blanche g6 · Pion noir sur case noire a5 · Pion blanc sur case noire g5 · Pion noir sur case noire b4 · Cavalier blanc sur case blanche c4 · Cavalier blanc sur case noire d4 · Pion blanc sur case blanche e4 · Pion blanc sur case noire f4 · Pion blanc sur case blanche b3 · Pion blanc sur case blanche d3 · Pion blanc sur case blanche h3 · Tour blanche sur case blanche a2 · Pion blanc sur case blanche c2 · Dame blanche sur case noire d2 · Fou blanc sur case blanche g2 · Tour blanche sur case blanche f1 · Fou blanc sur case noire g1 · Roi blanc sur case blanche h1 | Fou noir sur case blanche a8 · Tour noire sur case noire b8 · Tour noire sur case blanche c8 · Roi noir sur case blanche g8 · Dame noire sur case noire c7 · Cavalier noir sur case blanche d7 · Cavalier noir sur case noire e7 · Pion noir sur case blanche f7 · Fou noir sur case noire g7 · Pion noir sur case blanche h7 · Pion noir sur case noire d6 · Pion noir sur case blanche e6 · Pion noir sur case blanche g6 · Pion noir sur case noire a5 · Pion blanc sur case noire g5 · Pion noir sur case noire b4 · Cavalier blanc sur case blanche c4 · Cavalier blanc sur case noire d4 · Pion blanc sur case blanche e4 · Pion blanc sur case noire f4 · Pion blanc sur case blanche b3 · Pion blanc sur case blanche d3 · Pion blanc sur case blanche h3 · Tour blanche sur case blanche a2 · Pion blanc sur case blanche c2 · Dame blanche sur case noire d2 · Fou blanc sur case blanche g2 · Tour blanche sur case blanche f1 · Fou blanc sur case noire g1 · Roi blanc sur case blanche h1 | Fou noir sur case blanche a8 · Tour noire sur case noire b8 · Tour noire sur case blanche c8 · Roi noir sur case blanche g8 · Dame noire sur case noire c7 · Cavalier noir sur case blanche d7 · Cavalier noir sur case noire e7 · Pion noir sur case blanche f7 · Fou noir sur case noire g7 · Pion noir sur case blanche h7 · Pion noir sur case noire d6 · Pion noir sur case blanche e6 · Pion noir sur case blanche g6 · Pion noir sur case noire a5 · Pion blanc sur case noire g5 · Pion noir sur case noire b4 · Cavalier blanc sur case blanche c4 · Cavalier blanc sur case noire d4 · Pion blanc sur case blanche e4 · Pion blanc sur case noire f4 · Pion blanc sur case blanche b3 · Pion blanc sur case blanche d3 · Pion blanc sur case blanche h3 · Tour blanche sur case blanche a2 · Pion blanc sur case blanche c2 · Dame blanche sur case noire d2 · Fou blanc sur case blanche g2 · Tour blanche sur case blanche f1 · Fou blanc sur case noire g1 · Roi blanc sur case blanche h1 | Fou noir sur case blanche a8 · Tour noire sur case noire b8 · Tour noire sur case blanche c8 · Roi noir sur case blanche g8 · Dame noire sur case noire c7 · Cavalier noir sur case blanche d7 · Cavalier noir sur case noire e7 · Pion noir sur case blanche f7 · Fou noir sur case noire g7 · Pion noir sur case blanche h7 · Pion noir sur case noire d6 · Pion noir sur case blanche e6 · Pion noir sur case blanche g6 · Pion noir sur case noire a5 · Pion blanc sur case noire g5 · Pion noir sur case noire b4 · Cavalier blanc sur case blanche c4 · Cavalier blanc sur case noire d4 · Pion blanc sur case blanche e4 · Pion blanc sur case noire f4 · Pion blanc sur case blanche b3 · Pion blanc sur case blanche d3 · Pion blanc sur case blanche h3 · Tour blanche sur case blanche a2 · Pion blanc sur case blanche c2 · Dame blanche sur case noire d2 · Fou blanc sur case blanche g2 · Tour blanche sur case blanche f1 · Fou blanc sur case noire g1 · Roi blanc sur case blanche h1 | 5 |
| 4 | Fou noir sur case blanche a8 · Tour noire sur case noire b8 · Tour noire sur case blanche c8 · Roi noir sur case blanche g8 · Dame noire sur case noire c7 · Cavalier noir sur case blanche d7 · Cavalier noir sur case noire e7 · Pion noir sur case blanche f7 · Fou noir sur case noire g7 · Pion noir sur case blanche h7 · Pion noir sur case noire d6 · Pion noir sur case blanche e6 · Pion noir sur case blanche g6 · Pion noir sur case noire a5 · Pion blanc sur case noire g5 · Pion noir sur case noire b4 · Cavalier blanc sur case blanche c4 · Cavalier blanc sur case noire d4 · Pion blanc sur case blanche e4 · Pion blanc sur case noire f4 · Pion blanc sur case blanche b3 · Pion blanc sur case blanche d3 · Pion blanc sur case blanche h3 · Tour blanche sur case blanche a2 · Pion blanc sur case blanche c2 · Dame blanche sur case noire d2 · Fou blanc sur case blanche g2 · Tour blanche sur case blanche f1 · Fou blanc sur case noire g1 · Roi blanc sur case blanche h1 | Fou noir sur case blanche a8 · Tour noire sur case noire b8 · Tour noire sur case blanche c8 · Roi noir sur case blanche g8 · Dame noire sur case noire c7 · Cavalier noir sur case blanche d7 · Cavalier noir sur case noire e7 · Pion noir sur case blanche f7 · Fou noir sur case noire g7 · Pion noir sur case blanche h7 · Pion noir sur case noire d6 · Pion noir sur case blanche e6 · Pion noir sur case blanche g6 · Pion noir sur case noire a5 · Pion blanc sur case noire g5 · Pion noir sur case noire b4 · Cavalier blanc sur case blanche c4 · Cavalier blanc sur case noire d4 · Pion blanc sur case blanche e4 · Pion blanc sur case noire f4 · Pion blanc sur case blanche b3 · Pion blanc sur case blanche d3 · Pion blanc sur case blanche h3 · Tour blanche sur case blanche a2 · Pion blanc sur case blanche c2 · Dame blanche sur case noire d2 · Fou blanc sur case blanche g2 · Tour blanche sur case blanche f1 · Fou blanc sur case noire g1 · Roi blanc sur case blanche h1 | Fou noir sur case blanche a8 · Tour noire sur case noire b8 · Tour noire sur case blanche c8 · Roi noir sur case blanche g8 · Dame noire sur case noire c7 · Cavalier noir sur case blanche d7 · Cavalier noir sur case noire e7 · Pion noir sur case blanche f7 · Fou noir sur case noire g7 · Pion noir sur case blanche h7 · Pion noir sur case noire d6 · Pion noir sur case blanche e6 · Pion noir sur case blanche g6 · Pion noir sur case noire a5 · Pion blanc sur case noire g5 · Pion noir sur case noire b4 · Cavalier blanc sur case blanche c4 · Cavalier blanc sur case noire d4 · Pion blanc sur case blanche e4 · Pion blanc sur case noire f4 · Pion blanc sur case blanche b3 · Pion blanc sur case blanche d3 · Pion blanc sur case blanche h3 · Tour blanche sur case blanche a2 · Pion blanc sur case blanche c2 · Dame blanche sur case noire d2 · Fou blanc sur case blanche g2 · Tour blanche sur case blanche f1 · Fou blanc sur case noire g1 · Roi blanc sur case blanche h1 | Fou noir sur case blanche a8 · Tour noire sur case noire b8 · Tour noire sur case blanche c8 · Roi noir sur case blanche g8 · Dame noire sur case noire c7 · Cavalier noir sur case blanche d7 · Cavalier noir sur case noire e7 · Pion noir sur case blanche f7 · Fou noir sur case noire g7 · Pion noir sur case blanche h7 · Pion noir sur case noire d6 · Pion noir sur case blanche e6 · Pion noir sur case blanche g6 · Pion noir sur case noire a5 · Pion blanc sur case noire g5 · Pion noir sur case noire b4 · Cavalier blanc sur case blanche c4 · Cavalier blanc sur case noire d4 · Pion blanc sur case blanche e4 · Pion blanc sur case noire f4 · Pion blanc sur case blanche b3 · Pion blanc sur case blanche d3 · Pion blanc sur case blanche h3 · Tour blanche sur case blanche a2 · Pion blanc sur case blanche c2 · Dame blanche sur case noire d2 · Fou blanc sur case blanche g2 · Tour blanche sur case blanche f1 · Fou blanc sur case noire g1 · Roi blanc sur case blanche h1 | Fou noir sur case blanche a8 · Tour noire sur case noire b8 · Tour noire sur case blanche c8 · Roi noir sur case blanche g8 · Dame noire sur case noire c7 · Cavalier noir sur case blanche d7 · Cavalier noir sur case noire e7 · Pion noir sur case blanche f7 · Fou noir sur case noire g7 · Pion noir sur case blanche h7 · Pion noir sur case noire d6 · Pion noir sur case blanche e6 · Pion noir sur case blanche g6 · Pion noir sur case noire a5 · Pion blanc sur case noire g5 · Pion noir sur case noire b4 · Cavalier blanc sur case blanche c4 · Cavalier blanc sur case noire d4 · Pion blanc sur case blanche e4 · Pion blanc sur case noire f4 · Pion blanc sur case blanche b3 · Pion blanc sur case blanche d3 · Pion blanc sur case blanche h3 · Tour blanche sur case blanche a2 · Pion blanc sur case blanche c2 · Dame blanche sur case noire d2 · Fou blanc sur case blanche g2 · Tour blanche sur case blanche f1 · Fou blanc sur case noire g1 · Roi blanc sur case blanche h1 | Fou noir sur case blanche a8 · Tour noire sur case noire b8 · Tour noire sur case blanche c8 · Roi noir sur case blanche g8 · Dame noire sur case noire c7 · Cavalier noir sur case blanche d7 · Cavalier noir sur case noire e7 · Pion noir sur case blanche f7 · Fou noir sur case noire g7 · Pion noir sur case blanche h7 · Pion noir sur case noire d6 · Pion noir sur case blanche e6 · Pion noir sur case blanche g6 · Pion noir sur case noire a5 · Pion blanc sur case noire g5 · Pion noir sur case noire b4 · Cavalier blanc sur case blanche c4 · Cavalier blanc sur case noire d4 · Pion blanc sur case blanche e4 · Pion blanc sur case noire f4 · Pion blanc sur case blanche b3 · Pion blanc sur case blanche d3 · Pion blanc sur case blanche h3 · Tour blanche sur case blanche a2 · Pion blanc sur case blanche c2 · Dame blanche sur case noire d2 · Fou blanc sur case blanche g2 · Tour blanche sur case blanche f1 · Fou blanc sur case noire g1 · Roi blanc sur case blanche h1 | Fou noir sur case blanche a8 · Tour noire sur case noire b8 · Tour noire sur case blanche c8 · Roi noir sur case blanche g8 · Dame noire sur case noire c7 · Cavalier noir sur case blanche d7 · Cavalier noir sur case noire e7 · Pion noir sur case blanche f7 · Fou noir sur case noire g7 · Pion noir sur case blanche h7 · Pion noir sur case noire d6 · Pion noir sur case blanche e6 · Pion noir sur case blanche g6 · Pion noir sur case noire a5 · Pion blanc sur case noire g5 · Pion noir sur case noire b4 · Cavalier blanc sur case blanche c4 · Cavalier blanc sur case noire d4 · Pion blanc sur case blanche e4 · Pion blanc sur case noire f4 · Pion blanc sur case blanche b3 · Pion blanc sur case blanche d3 · Pion blanc sur case blanche h3 · Tour blanche sur case blanche a2 · Pion blanc sur case blanche c2 · Dame blanche sur case noire d2 · Fou blanc sur case blanche g2 · Tour blanche sur case blanche f1 · Fou blanc sur case noire g1 · Roi blanc sur case blanche h1 | Fou noir sur case blanche a8 · Tour noire sur case noire b8 · Tour noire sur case blanche c8 · Roi noir sur case blanche g8 · Dame noire sur case noire c7 · Cavalier noir sur case blanche d7 · Cavalier noir sur case noire e7 · Pion noir sur case blanche f7 · Fou noir sur case noire g7 · Pion noir sur case blanche h7 · Pion noir sur case noire d6 · Pion noir sur case blanche e6 · Pion noir sur case blanche g6 · Pion noir sur case noire a5 · Pion blanc sur case noire g5 · Pion noir sur case noire b4 · Cavalier blanc sur case blanche c4 · Cavalier blanc sur case noire d4 · Pion blanc sur case blanche e4 · Pion blanc sur case noire f4 · Pion blanc sur case blanche b3 · Pion blanc sur case blanche d3 · Pion blanc sur case blanche h3 · Tour blanche sur case blanche a2 · Pion blanc sur case blanche c2 · Dame blanche sur case noire d2 · Fou blanc sur case blanche g2 · Tour blanche sur case blanche f1 · Fou blanc sur case noire g1 · Roi blanc sur case blanche h1 | 4 |
| 3 | Fou noir sur case blanche a8 · Tour noire sur case noire b8 · Tour noire sur case blanche c8 · Roi noir sur case blanche g8 · Dame noire sur case noire c7 · Cavalier noir sur case blanche d7 · Cavalier noir sur case noire e7 · Pion noir sur case blanche f7 · Fou noir sur case noire g7 · Pion noir sur case blanche h7 · Pion noir sur case noire d6 · Pion noir sur case blanche e6 · Pion noir sur case blanche g6 · Pion noir sur case noire a5 · Pion blanc sur case noire g5 · Pion noir sur case noire b4 · Cavalier blanc sur case blanche c4 · Cavalier blanc sur case noire d4 · Pion blanc sur case blanche e4 · Pion blanc sur case noire f4 · Pion blanc sur case blanche b3 · Pion blanc sur case blanche d3 · Pion blanc sur case blanche h3 · Tour blanche sur case blanche a2 · Pion blanc sur case blanche c2 · Dame blanche sur case noire d2 · Fou blanc sur case blanche g2 · Tour blanche sur case blanche f1 · Fou blanc sur case noire g1 · Roi blanc sur case blanche h1 | Fou noir sur case blanche a8 · Tour noire sur case noire b8 · Tour noire sur case blanche c8 · Roi noir sur case blanche g8 · Dame noire sur case noire c7 · Cavalier noir sur case blanche d7 · Cavalier noir sur case noire e7 · Pion noir sur case blanche f7 · Fou noir sur case noire g7 · Pion noir sur case blanche h7 · Pion noir sur case noire d6 · Pion noir sur case blanche e6 · Pion noir sur case blanche g6 · Pion noir sur case noire a5 · Pion blanc sur case noire g5 · Pion noir sur case noire b4 · Cavalier blanc sur case blanche c4 · Cavalier blanc sur case noire d4 · Pion blanc sur case blanche e4 · Pion blanc sur case noire f4 · Pion blanc sur case blanche b3 · Pion blanc sur case blanche d3 · Pion blanc sur case blanche h3 · Tour blanche sur case blanche a2 · Pion blanc sur case blanche c2 · Dame blanche sur case noire d2 · Fou blanc sur case blanche g2 · Tour blanche sur case blanche f1 · Fou blanc sur case noire g1 · Roi blanc sur case blanche h1 | Fou noir sur case blanche a8 · Tour noire sur case noire b8 · Tour noire sur case blanche c8 · Roi noir sur case blanche g8 · Dame noire sur case noire c7 · Cavalier noir sur case blanche d7 · Cavalier noir sur case noire e7 · Pion noir sur case blanche f7 · Fou noir sur case noire g7 · Pion noir sur case blanche h7 · Pion noir sur case noire d6 · Pion noir sur case blanche e6 · Pion noir sur case blanche g6 · Pion noir sur case noire a5 · Pion blanc sur case noire g5 · Pion noir sur case noire b4 · Cavalier blanc sur case blanche c4 · Cavalier blanc sur case noire d4 · Pion blanc sur case blanche e4 · Pion blanc sur case noire f4 · Pion blanc sur case blanche b3 · Pion blanc sur case blanche d3 · Pion blanc sur case blanche h3 · Tour blanche sur case blanche a2 · Pion blanc sur case blanche c2 · Dame blanche sur case noire d2 · Fou blanc sur case blanche g2 · Tour blanche sur case blanche f1 · Fou blanc sur case noire g1 · Roi blanc sur case blanche h1 | Fou noir sur case blanche a8 · Tour noire sur case noire b8 · Tour noire sur case blanche c8 · Roi noir sur case blanche g8 · Dame noire sur case noire c7 · Cavalier noir sur case blanche d7 · Cavalier noir sur case noire e7 · Pion noir sur case blanche f7 · Fou noir sur case noire g7 · Pion noir sur case blanche h7 · Pion noir sur case noire d6 · Pion noir sur case blanche e6 · Pion noir sur case blanche g6 · Pion noir sur case noire a5 · Pion blanc sur case noire g5 · Pion noir sur case noire b4 · Cavalier blanc sur case blanche c4 · Cavalier blanc sur case noire d4 · Pion blanc sur case blanche e4 · Pion blanc sur case noire f4 · Pion blanc sur case blanche b3 · Pion blanc sur case blanche d3 · Pion blanc sur case blanche h3 · Tour blanche sur case blanche a2 · Pion blanc sur case blanche c2 · Dame blanche sur case noire d2 · Fou blanc sur case blanche g2 · Tour blanche sur case blanche f1 · Fou blanc sur case noire g1 · Roi blanc sur case blanche h1 | Fou noir sur case blanche a8 · Tour noire sur case noire b8 · Tour noire sur case blanche c8 · Roi noir sur case blanche g8 · Dame noire sur case noire c7 · Cavalier noir sur case blanche d7 · Cavalier noir sur case noire e7 · Pion noir sur case blanche f7 · Fou noir sur case noire g7 · Pion noir sur case blanche h7 · Pion noir sur case noire d6 · Pion noir sur case blanche e6 · Pion noir sur case blanche g6 · Pion noir sur case noire a5 · Pion blanc sur case noire g5 · Pion noir sur case noire b4 · Cavalier blanc sur case blanche c4 · Cavalier blanc sur case noire d4 · Pion blanc sur case blanche e4 · Pion blanc sur case noire f4 · Pion blanc sur case blanche b3 · Pion blanc sur case blanche d3 · Pion blanc sur case blanche h3 · Tour blanche sur case blanche a2 · Pion blanc sur case blanche c2 · Dame blanche sur case noire d2 · Fou blanc sur case blanche g2 · Tour blanche sur case blanche f1 · Fou blanc sur case noire g1 · Roi blanc sur case blanche h1 | Fou noir sur case blanche a8 · Tour noire sur case noire b8 · Tour noire sur case blanche c8 · Roi noir sur case blanche g8 · Dame noire sur case noire c7 · Cavalier noir sur case blanche d7 · Cavalier noir sur case noire e7 · Pion noir sur case blanche f7 · Fou noir sur case noire g7 · Pion noir sur case blanche h7 · Pion noir sur case noire d6 · Pion noir sur case blanche e6 · Pion noir sur case blanche g6 · Pion noir sur case noire a5 · Pion blanc sur case noire g5 · Pion noir sur case noire b4 · Cavalier blanc sur case blanche c4 · Cavalier blanc sur case noire d4 · Pion blanc sur case blanche e4 · Pion blanc sur case noire f4 · Pion blanc sur case blanche b3 · Pion blanc sur case blanche d3 · Pion blanc sur case blanche h3 · Tour blanche sur case blanche a2 · Pion blanc sur case blanche c2 · Dame blanche sur case noire d2 · Fou blanc sur case blanche g2 · Tour blanche sur case blanche f1 · Fou blanc sur case noire g1 · Roi blanc sur case blanche h1 | Fou noir sur case blanche a8 · Tour noire sur case noire b8 · Tour noire sur case blanche c8 · Roi noir sur case blanche g8 · Dame noire sur case noire c7 · Cavalier noir sur case blanche d7 · Cavalier noir sur case noire e7 · Pion noir sur case blanche f7 · Fou noir sur case noire g7 · Pion noir sur case blanche h7 · Pion noir sur case noire d6 · Pion noir sur case blanche e6 · Pion noir sur case blanche g6 · Pion noir sur case noire a5 · Pion blanc sur case noire g5 · Pion noir sur case noire b4 · Cavalier blanc sur case blanche c4 · Cavalier blanc sur case noire d4 · Pion blanc sur case blanche e4 · Pion blanc sur case noire f4 · Pion blanc sur case blanche b3 · Pion blanc sur case blanche d3 · Pion blanc sur case blanche h3 · Tour blanche sur case blanche a2 · Pion blanc sur case blanche c2 · Dame blanche sur case noire d2 · Fou blanc sur case blanche g2 · Tour blanche sur case blanche f1 · Fou blanc sur case noire g1 · Roi blanc sur case blanche h1 | Fou noir sur case blanche a8 · Tour noire sur case noire b8 · Tour noire sur case blanche c8 · Roi noir sur case blanche g8 · Dame noire sur case noire c7 · Cavalier noir sur case blanche d7 · Cavalier noir sur case noire e7 · Pion noir sur case blanche f7 · Fou noir sur case noire g7 · Pion noir sur case blanche h7 · Pion noir sur case noire d6 · Pion noir sur case blanche e6 · Pion noir sur case blanche g6 · Pion noir sur case noire a5 · Pion blanc sur case noire g5 · Pion noir sur case noire b4 · Cavalier blanc sur case blanche c4 · Cavalier blanc sur case noire d4 · Pion blanc sur case blanche e4 · Pion blanc sur case noire f4 · Pion blanc sur case blanche b3 · Pion blanc sur case blanche d3 · Pion blanc sur case blanche h3 · Tour blanche sur case blanche a2 · Pion blanc sur case blanche c2 · Dame blanche sur case noire d2 · Fou blanc sur case blanche g2 · Tour blanche sur case blanche f1 · Fou blanc sur case noire g1 · Roi blanc sur case blanche h1 | 3 |
| 2 | Fou noir sur case blanche a8 · Tour noire sur case noire b8 · Tour noire sur case blanche c8 · Roi noir sur case blanche g8 · Dame noire sur case noire c7 · Cavalier noir sur case blanche d7 · Cavalier noir sur case noire e7 · Pion noir sur case blanche f7 · Fou noir sur case noire g7 · Pion noir sur case blanche h7 · Pion noir sur case noire d6 · Pion noir sur case blanche e6 · Pion noir sur case blanche g6 · Pion noir sur case noire a5 · Pion blanc sur case noire g5 · Pion noir sur case noire b4 · Cavalier blanc sur case blanche c4 · Cavalier blanc sur case noire d4 · Pion blanc sur case blanche e4 · Pion blanc sur case noire f4 · Pion blanc sur case blanche b3 · Pion blanc sur case blanche d3 · Pion blanc sur case blanche h3 · Tour blanche sur case blanche a2 · Pion blanc sur case blanche c2 · Dame blanche sur case noire d2 · Fou blanc sur case blanche g2 · Tour blanche sur case blanche f1 · Fou blanc sur case noire g1 · Roi blanc sur case blanche h1 | Fou noir sur case blanche a8 · Tour noire sur case noire b8 · Tour noire sur case blanche c8 · Roi noir sur case blanche g8 · Dame noire sur case noire c7 · Cavalier noir sur case blanche d7 · Cavalier noir sur case noire e7 · Pion noir sur case blanche f7 · Fou noir sur case noire g7 · Pion noir sur case blanche h7 · Pion noir sur case noire d6 · Pion noir sur case blanche e6 · Pion noir sur case blanche g6 · Pion noir sur case noire a5 · Pion blanc sur case noire g5 · Pion noir sur case noire b4 · Cavalier blanc sur case blanche c4 · Cavalier blanc sur case noire d4 · Pion blanc sur case blanche e4 · Pion blanc sur case noire f4 · Pion blanc sur case blanche b3 · Pion blanc sur case blanche d3 · Pion blanc sur case blanche h3 · Tour blanche sur case blanche a2 · Pion blanc sur case blanche c2 · Dame blanche sur case noire d2 · Fou blanc sur case blanche g2 · Tour blanche sur case blanche f1 · Fou blanc sur case noire g1 · Roi blanc sur case blanche h1 | Fou noir sur case blanche a8 · Tour noire sur case noire b8 · Tour noire sur case blanche c8 · Roi noir sur case blanche g8 · Dame noire sur case noire c7 · Cavalier noir sur case blanche d7 · Cavalier noir sur case noire e7 · Pion noir sur case blanche f7 · Fou noir sur case noire g7 · Pion noir sur case blanche h7 · Pion noir sur case noire d6 · Pion noir sur case blanche e6 · Pion noir sur case blanche g6 · Pion noir sur case noire a5 · Pion blanc sur case noire g5 · Pion noir sur case noire b4 · Cavalier blanc sur case blanche c4 · Cavalier blanc sur case noire d4 · Pion blanc sur case blanche e4 · Pion blanc sur case noire f4 · Pion blanc sur case blanche b3 · Pion blanc sur case blanche d3 · Pion blanc sur case blanche h3 · Tour blanche sur case blanche a2 · Pion blanc sur case blanche c2 · Dame blanche sur case noire d2 · Fou blanc sur case blanche g2 · Tour blanche sur case blanche f1 · Fou blanc sur case noire g1 · Roi blanc sur case blanche h1 | Fou noir sur case blanche a8 · Tour noire sur case noire b8 · Tour noire sur case blanche c8 · Roi noir sur case blanche g8 · Dame noire sur case noire c7 · Cavalier noir sur case blanche d7 · Cavalier noir sur case noire e7 · Pion noir sur case blanche f7 · Fou noir sur case noire g7 · Pion noir sur case blanche h7 · Pion noir sur case noire d6 · Pion noir sur case blanche e6 · Pion noir sur case blanche g6 · Pion noir sur case noire a5 · Pion blanc sur case noire g5 · Pion noir sur case noire b4 · Cavalier blanc sur case blanche c4 · Cavalier blanc sur case noire d4 · Pion blanc sur case blanche e4 · Pion blanc sur case noire f4 · Pion blanc sur case blanche b3 · Pion blanc sur case blanche d3 · Pion blanc sur case blanche h3 · Tour blanche sur case blanche a2 · Pion blanc sur case blanche c2 · Dame blanche sur case noire d2 · Fou blanc sur case blanche g2 · Tour blanche sur case blanche f1 · Fou blanc sur case noire g1 · Roi blanc sur case blanche h1 | Fou noir sur case blanche a8 · Tour noire sur case noire b8 · Tour noire sur case blanche c8 · Roi noir sur case blanche g8 · Dame noire sur case noire c7 · Cavalier noir sur case blanche d7 · Cavalier noir sur case noire e7 · Pion noir sur case blanche f7 · Fou noir sur case noire g7 · Pion noir sur case blanche h7 · Pion noir sur case noire d6 · Pion noir sur case blanche e6 · Pion noir sur case blanche g6 · Pion noir sur case noire a5 · Pion blanc sur case noire g5 · Pion noir sur case noire b4 · Cavalier blanc sur case blanche c4 · Cavalier blanc sur case noire d4 · Pion blanc sur case blanche e4 · Pion blanc sur case noire f4 · Pion blanc sur case blanche b3 · Pion blanc sur case blanche d3 · Pion blanc sur case blanche h3 · Tour blanche sur case blanche a2 · Pion blanc sur case blanche c2 · Dame blanche sur case noire d2 · Fou blanc sur case blanche g2 · Tour blanche sur case blanche f1 · Fou blanc sur case noire g1 · Roi blanc sur case blanche h1 | Fou noir sur case blanche a8 · Tour noire sur case noire b8 · Tour noire sur case blanche c8 · Roi noir sur case blanche g8 · Dame noire sur case noire c7 · Cavalier noir sur case blanche d7 · Cavalier noir sur case noire e7 · Pion noir sur case blanche f7 · Fou noir sur case noire g7 · Pion noir sur case blanche h7 · Pion noir sur case noire d6 · Pion noir sur case blanche e6 · Pion noir sur case blanche g6 · Pion noir sur case noire a5 · Pion blanc sur case noire g5 · Pion noir sur case noire b4 · Cavalier blanc sur case blanche c4 · Cavalier blanc sur case noire d4 · Pion blanc sur case blanche e4 · Pion blanc sur case noire f4 · Pion blanc sur case blanche b3 · Pion blanc sur case blanche d3 · Pion blanc sur case blanche h3 · Tour blanche sur case blanche a2 · Pion blanc sur case blanche c2 · Dame blanche sur case noire d2 · Fou blanc sur case blanche g2 · Tour blanche sur case blanche f1 · Fou blanc sur case noire g1 · Roi blanc sur case blanche h1 | Fou noir sur case blanche a8 · Tour noire sur case noire b8 · Tour noire sur case blanche c8 · Roi noir sur case blanche g8 · Dame noire sur case noire c7 · Cavalier noir sur case blanche d7 · Cavalier noir sur case noire e7 · Pion noir sur case blanche f7 · Fou noir sur case noire g7 · Pion noir sur case blanche h7 · Pion noir sur case noire d6 · Pion noir sur case blanche e6 · Pion noir sur case blanche g6 · Pion noir sur case noire a5 · Pion blanc sur case noire g5 · Pion noir sur case noire b4 · Cavalier blanc sur case blanche c4 · Cavalier blanc sur case noire d4 · Pion blanc sur case blanche e4 · Pion blanc sur case noire f4 · Pion blanc sur case blanche b3 · Pion blanc sur case blanche d3 · Pion blanc sur case blanche h3 · Tour blanche sur case blanche a2 · Pion blanc sur case blanche c2 · Dame blanche sur case noire d2 · Fou blanc sur case blanche g2 · Tour blanche sur case blanche f1 · Fou blanc sur case noire g1 · Roi blanc sur case blanche h1 | Fou noir sur case blanche a8 · Tour noire sur case noire b8 · Tour noire sur case blanche c8 · Roi noir sur case blanche g8 · Dame noire sur case noire c7 · Cavalier noir sur case blanche d7 · Cavalier noir sur case noire e7 · Pion noir sur case blanche f7 · Fou noir sur case noire g7 · Pion noir sur case blanche h7 · Pion noir sur case noire d6 · Pion noir sur case blanche e6 · Pion noir sur case blanche g6 · Pion noir sur case noire a5 · Pion blanc sur case noire g5 · Pion noir sur case noire b4 · Cavalier blanc sur case blanche c4 · Cavalier blanc sur case noire d4 · Pion blanc sur case blanche e4 · Pion blanc sur case noire f4 · Pion blanc sur case blanche b3 · Pion blanc sur case blanche d3 · Pion blanc sur case blanche h3 · Tour blanche sur case blanche a2 · Pion blanc sur case blanche c2 · Dame blanche sur case noire d2 · Fou blanc sur case blanche g2 · Tour blanche sur case blanche f1 · Fou blanc sur case noire g1 · Roi blanc sur case blanche h1 | 2 |
| 1 | Fou noir sur case blanche a8 · Tour noire sur case noire b8 · Tour noire sur case blanche c8 · Roi noir sur case blanche g8 · Dame noire sur case noire c7 · Cavalier noir sur case blanche d7 · Cavalier noir sur case noire e7 · Pion noir sur case blanche f7 · Fou noir sur case noire g7 · Pion noir sur case blanche h7 · Pion noir sur case noire d6 · Pion noir sur case blanche e6 · Pion noir sur case blanche g6 · Pion noir sur case noire a5 · Pion blanc sur case noire g5 · Pion noir sur case noire b4 · Cavalier blanc sur case blanche c4 · Cavalier blanc sur case noire d4 · Pion blanc sur case blanche e4 · Pion blanc sur case noire f4 · Pion blanc sur case blanche b3 · Pion blanc sur case blanche d3 · Pion blanc sur case blanche h3 · Tour blanche sur case blanche a2 · Pion blanc sur case blanche c2 · Dame blanche sur case noire d2 · Fou blanc sur case blanche g2 · Tour blanche sur case blanche f1 · Fou blanc sur case noire g1 · Roi blanc sur case blanche h1 | Fou noir sur case blanche a8 · Tour noire sur case noire b8 · Tour noire sur case blanche c8 · Roi noir sur case blanche g8 · Dame noire sur case noire c7 · Cavalier noir sur case blanche d7 · Cavalier noir sur case noire e7 · Pion noir sur case blanche f7 · Fou noir sur case noire g7 · Pion noir sur case blanche h7 · Pion noir sur case noire d6 · Pion noir sur case blanche e6 · Pion noir sur case blanche g6 · Pion noir sur case noire a5 · Pion blanc sur case noire g5 · Pion noir sur case noire b4 · Cavalier blanc sur case blanche c4 · Cavalier blanc sur case noire d4 · Pion blanc sur case blanche e4 · Pion blanc sur case noire f4 · Pion blanc sur case blanche b3 · Pion blanc sur case blanche d3 · Pion blanc sur case blanche h3 · Tour blanche sur case blanche a2 · Pion blanc sur case blanche c2 · Dame blanche sur case noire d2 · Fou blanc sur case blanche g2 · Tour blanche sur case blanche f1 · Fou blanc sur case noire g1 · Roi blanc sur case blanche h1 | Fou noir sur case blanche a8 · Tour noire sur case noire b8 · Tour noire sur case blanche c8 · Roi noir sur case blanche g8 · Dame noire sur case noire c7 · Cavalier noir sur case blanche d7 · Cavalier noir sur case noire e7 · Pion noir sur case blanche f7 · Fou noir sur case noire g7 · Pion noir sur case blanche h7 · Pion noir sur case noire d6 · Pion noir sur case blanche e6 · Pion noir sur case blanche g6 · Pion noir sur case noire a5 · Pion blanc sur case noire g5 · Pion noir sur case noire b4 · Cavalier blanc sur case blanche c4 · Cavalier blanc sur case noire d4 · Pion blanc sur case blanche e4 · Pion blanc sur case noire f4 · Pion blanc sur case blanche b3 · Pion blanc sur case blanche d3 · Pion blanc sur case blanche h3 · Tour blanche sur case blanche a2 · Pion blanc sur case blanche c2 · Dame blanche sur case noire d2 · Fou blanc sur case blanche g2 · Tour blanche sur case blanche f1 · Fou blanc sur case noire g1 · Roi blanc sur case blanche h1 | Fou noir sur case blanche a8 · Tour noire sur case noire b8 · Tour noire sur case blanche c8 · Roi noir sur case blanche g8 · Dame noire sur case noire c7 · Cavalier noir sur case blanche d7 · Cavalier noir sur case noire e7 · Pion noir sur case blanche f7 · Fou noir sur case noire g7 · Pion noir sur case blanche h7 · Pion noir sur case noire d6 · Pion noir sur case blanche e6 · Pion noir sur case blanche g6 · Pion noir sur case noire a5 · Pion blanc sur case noire g5 · Pion noir sur case noire b4 · Cavalier blanc sur case blanche c4 · Cavalier blanc sur case noire d4 · Pion blanc sur case blanche e4 · Pion blanc sur case noire f4 · Pion blanc sur case blanche b3 · Pion blanc sur case blanche d3 · Pion blanc sur case blanche h3 · Tour blanche sur case blanche a2 · Pion blanc sur case blanche c2 · Dame blanche sur case noire d2 · Fou blanc sur case blanche g2 · Tour blanche sur case blanche f1 · Fou blanc sur case noire g1 · Roi blanc sur case blanche h1 | Fou noir sur case blanche a8 · Tour noire sur case noire b8 · Tour noire sur case blanche c8 · Roi noir sur case blanche g8 · Dame noire sur case noire c7 · Cavalier noir sur case blanche d7 · Cavalier noir sur case noire e7 · Pion noir sur case blanche f7 · Fou noir sur case noire g7 · Pion noir sur case blanche h7 · Pion noir sur case noire d6 · Pion noir sur case blanche e6 · Pion noir sur case blanche g6 · Pion noir sur case noire a5 · Pion blanc sur case noire g5 · Pion noir sur case noire b4 · Cavalier blanc sur case blanche c4 · Cavalier blanc sur case noire d4 · Pion blanc sur case blanche e4 · Pion blanc sur case noire f4 · Pion blanc sur case blanche b3 · Pion blanc sur case blanche d3 · Pion blanc sur case blanche h3 · Tour blanche sur case blanche a2 · Pion blanc sur case blanche c2 · Dame blanche sur case noire d2 · Fou blanc sur case blanche g2 · Tour blanche sur case blanche f1 · Fou blanc sur case noire g1 · Roi blanc sur case blanche h1 | Fou noir sur case blanche a8 · Tour noire sur case noire b8 · Tour noire sur case blanche c8 · Roi noir sur case blanche g8 · Dame noire sur case noire c7 · Cavalier noir sur case blanche d7 · Cavalier noir sur case noire e7 · Pion noir sur case blanche f7 · Fou noir sur case noire g7 · Pion noir sur case blanche h7 · Pion noir sur case noire d6 · Pion noir sur case blanche e6 · Pion noir sur case blanche g6 · Pion noir sur case noire a5 · Pion blanc sur case noire g5 · Pion noir sur case noire b4 · Cavalier blanc sur case blanche c4 · Cavalier blanc sur case noire d4 · Pion blanc sur case blanche e4 · Pion blanc sur case noire f4 · Pion blanc sur case blanche b3 · Pion blanc sur case blanche d3 · Pion blanc sur case blanche h3 · Tour blanche sur case blanche a2 · Pion blanc sur case blanche c2 · Dame blanche sur case noire d2 · Fou blanc sur case blanche g2 · Tour blanche sur case blanche f1 · Fou blanc sur case noire g1 · Roi blanc sur case blanche h1 | Fou noir sur case blanche a8 · Tour noire sur case noire b8 · Tour noire sur case blanche c8 · Roi noir sur case blanche g8 · Dame noire sur case noire c7 · Cavalier noir sur case blanche d7 · Cavalier noir sur case noire e7 · Pion noir sur case blanche f7 · Fou noir sur case noire g7 · Pion noir sur case blanche h7 · Pion noir sur case noire d6 · Pion noir sur case blanche e6 · Pion noir sur case blanche g6 · Pion noir sur case noire a5 · Pion blanc sur case noire g5 · Pion noir sur case noire b4 · Cavalier blanc sur case blanche c4 · Cavalier blanc sur case noire d4 · Pion blanc sur case blanche e4 · Pion blanc sur case noire f4 · Pion blanc sur case blanche b3 · Pion blanc sur case blanche d3 · Pion blanc sur case blanche h3 · Tour blanche sur case blanche a2 · Pion blanc sur case blanche c2 · Dame blanche sur case noire d2 · Fou blanc sur case blanche g2 · Tour blanche sur case blanche f1 · Fou blanc sur case noire g1 · Roi blanc sur case blanche h1 | Fou noir sur case blanche a8 · Tour noire sur case noire b8 · Tour noire sur case blanche c8 · Roi noir sur case blanche g8 · Dame noire sur case noire c7 · Cavalier noir sur case blanche d7 · Cavalier noir sur case noire e7 · Pion noir sur case blanche f7 · Fou noir sur case noire g7 · Pion noir sur case blanche h7 · Pion noir sur case noire d6 · Pion noir sur case blanche e6 · Pion noir sur case blanche g6 · Pion noir sur case noire a5 · Pion blanc sur case noire g5 · Pion noir sur case noire b4 · Cavalier blanc sur case blanche c4 · Cavalier blanc sur case noire d4 · Pion blanc sur case blanche e4 · Pion blanc sur case noire f4 · Pion blanc sur case blanche b3 · Pion blanc sur case blanche d3 · Pion blanc sur case blanche h3 · Tour blanche sur case blanche a2 · Pion blanc sur case blanche c2 · Dame blanche sur case noire d2 · Fou blanc sur case blanche g2 · Tour blanche sur case blanche f1 · Fou blanc sur case noire g1 · Roi blanc sur case blanche h1 | 1 |
|   | a | b | c | d | e | f | g | h |   |

15 octobre. Après 14.g4 Spassky avait un léger avantage (Acers, Ciamara). 
Spassky–Fischer, partie 20 ; Défense sicilienne, Variante fermée (ECO B24) 

1.e4 c5 2.Ce2 Cf6 3.Cbc3 e6 4.g3 Cc6 5.Fg2 Fe7 6.0-0 d6 7.d3 a6 8.a3 Dc7 9.f4 b5 10.Rh1 0-0 11.Fe3 Fb7 12.Fg1 Tab8 13.h3 Fa8 14.g4 b4 15.axb4 cxb4 16.Ca4 Cd7 17.Dd2 Tfc8 18.b3 a5 19.g5 Ff8 20.Ta2 Ce7 21.Cd4 g6 22.Cb2 Fg7 23.Cc4 (diagramme) d5 24.Cxa5 dxe4 25.dxe4 e5 26.Ce2 exf4 27.Cxf4 Ce5 28.Cd3 Tb5 29.Cxe5 Dxe5 30.Cc4 Dxg5 31.Fe3 Dh4 32.Cd6 Fc3 33.Df2 Dxf2 34.Txf2 Tbb8 35.Cxc8 Txc8 36.Ta7 Rf8 37.Fh6+ Re8 38.Fg5 f6 39.Fxf6 Fxf6 40.Txf6 Fc6 41.Rg1 Fd7 42.Td6 Fc6 43.Ff1 1–0

#### Partie 21: Fischer 1 Spassky 0 (Sicilienne Szén)
|   | a | b | c | d | e | f | g | h |   |
| 8 | Tour noire sur case noire b8 · Roi noir sur case blanche g8 · Pion noir sur case blanche f7 · Pion noir sur case noire g7 · Fou noir sur case blanche c6 · Cavalier blanc sur case noire d6 · Pion noir sur case blanche e6 · Pion noir sur case noire h6 · Pion noir sur case blanche b5 · Pion blanc sur case noire c5 · Pion blanc sur case noire e5 · Dame noire sur case blanche a4 · Tour noire sur case noire d4 · Pion blanc sur case noire f4 · Pion blanc sur case noire g3 · Pion blanc sur case blanche h3 · Pion blanc sur case blanche a2 · Tour blanche sur case blanche c2 · Dame blanche sur case blanche e2 · Roi blanc sur case noire h2 · Tour blanche sur case noire e1 | Tour noire sur case noire b8 · Roi noir sur case blanche g8 · Pion noir sur case blanche f7 · Pion noir sur case noire g7 · Fou noir sur case blanche c6 · Cavalier blanc sur case noire d6 · Pion noir sur case blanche e6 · Pion noir sur case noire h6 · Pion noir sur case blanche b5 · Pion blanc sur case noire c5 · Pion blanc sur case noire e5 · Dame noire sur case blanche a4 · Tour noire sur case noire d4 · Pion blanc sur case noire f4 · Pion blanc sur case noire g3 · Pion blanc sur case blanche h3 · Pion blanc sur case blanche a2 · Tour blanche sur case blanche c2 · Dame blanche sur case blanche e2 · Roi blanc sur case noire h2 · Tour blanche sur case noire e1 | Tour noire sur case noire b8 · Roi noir sur case blanche g8 · Pion noir sur case blanche f7 · Pion noir sur case noire g7 · Fou noir sur case blanche c6 · Cavalier blanc sur case noire d6 · Pion noir sur case blanche e6 · Pion noir sur case noire h6 · Pion noir sur case blanche b5 · Pion blanc sur case noire c5 · Pion blanc sur case noire e5 · Dame noire sur case blanche a4 · Tour noire sur case noire d4 · Pion blanc sur case noire f4 · Pion blanc sur case noire g3 · Pion blanc sur case blanche h3 · Pion blanc sur case blanche a2 · Tour blanche sur case blanche c2 · Dame blanche sur case blanche e2 · Roi blanc sur case noire h2 · Tour blanche sur case noire e1 | Tour noire sur case noire b8 · Roi noir sur case blanche g8 · Pion noir sur case blanche f7 · Pion noir sur case noire g7 · Fou noir sur case blanche c6 · Cavalier blanc sur case noire d6 · Pion noir sur case blanche e6 · Pion noir sur case noire h6 · Pion noir sur case blanche b5 · Pion blanc sur case noire c5 · Pion blanc sur case noire e5 · Dame noire sur case blanche a4 · Tour noire sur case noire d4 · Pion blanc sur case noire f4 · Pion blanc sur case noire g3 · Pion blanc sur case blanche h3 · Pion blanc sur case blanche a2 · Tour blanche sur case blanche c2 · Dame blanche sur case blanche e2 · Roi blanc sur case noire h2 · Tour blanche sur case noire e1 | Tour noire sur case noire b8 · Roi noir sur case blanche g8 · Pion noir sur case blanche f7 · Pion noir sur case noire g7 · Fou noir sur case blanche c6 · Cavalier blanc sur case noire d6 · Pion noir sur case blanche e6 · Pion noir sur case noire h6 · Pion noir sur case blanche b5 · Pion blanc sur case noire c5 · Pion blanc sur case noire e5 · Dame noire sur case blanche a4 · Tour noire sur case noire d4 · Pion blanc sur case noire f4 · Pion blanc sur case noire g3 · Pion blanc sur case blanche h3 · Pion blanc sur case blanche a2 · Tour blanche sur case blanche c2 · Dame blanche sur case blanche e2 · Roi blanc sur case noire h2 · Tour blanche sur case noire e1 | Tour noire sur case noire b8 · Roi noir sur case blanche g8 · Pion noir sur case blanche f7 · Pion noir sur case noire g7 · Fou noir sur case blanche c6 · Cavalier blanc sur case noire d6 · Pion noir sur case blanche e6 · Pion noir sur case noire h6 · Pion noir sur case blanche b5 · Pion blanc sur case noire c5 · Pion blanc sur case noire e5 · Dame noire sur case blanche a4 · Tour noire sur case noire d4 · Pion blanc sur case noire f4 · Pion blanc sur case noire g3 · Pion blanc sur case blanche h3 · Pion blanc sur case blanche a2 · Tour blanche sur case blanche c2 · Dame blanche sur case blanche e2 · Roi blanc sur case noire h2 · Tour blanche sur case noire e1 | Tour noire sur case noire b8 · Roi noir sur case blanche g8 · Pion noir sur case blanche f7 · Pion noir sur case noire g7 · Fou noir sur case blanche c6 · Cavalier blanc sur case noire d6 · Pion noir sur case blanche e6 · Pion noir sur case noire h6 · Pion noir sur case blanche b5 · Pion blanc sur case noire c5 · Pion blanc sur case noire e5 · Dame noire sur case blanche a4 · Tour noire sur case noire d4 · Pion blanc sur case noire f4 · Pion blanc sur case noire g3 · Pion blanc sur case blanche h3 · Pion blanc sur case blanche a2 · Tour blanche sur case blanche c2 · Dame blanche sur case blanche e2 · Roi blanc sur case noire h2 · Tour blanche sur case noire e1 | Tour noire sur case noire b8 · Roi noir sur case blanche g8 · Pion noir sur case blanche f7 · Pion noir sur case noire g7 · Fou noir sur case blanche c6 · Cavalier blanc sur case noire d6 · Pion noir sur case blanche e6 · Pion noir sur case noire h6 · Pion noir sur case blanche b5 · Pion blanc sur case noire c5 · Pion blanc sur case noire e5 · Dame noire sur case blanche a4 · Tour noire sur case noire d4 · Pion blanc sur case noire f4 · Pion blanc sur case noire g3 · Pion blanc sur case blanche h3 · Pion blanc sur case blanche a2 · Tour blanche sur case blanche c2 · Dame blanche sur case blanche e2 · Roi blanc sur case noire h2 · Tour blanche sur case noire e1 | 8 |
| 7 | Tour noire sur case noire b8 · Roi noir sur case blanche g8 · Pion noir sur case blanche f7 · Pion noir sur case noire g7 · Fou noir sur case blanche c6 · Cavalier blanc sur case noire d6 · Pion noir sur case blanche e6 · Pion noir sur case noire h6 · Pion noir sur case blanche b5 · Pion blanc sur case noire c5 · Pion blanc sur case noire e5 · Dame noire sur case blanche a4 · Tour noire sur case noire d4 · Pion blanc sur case noire f4 · Pion blanc sur case noire g3 · Pion blanc sur case blanche h3 · Pion blanc sur case blanche a2 · Tour blanche sur case blanche c2 · Dame blanche sur case blanche e2 · Roi blanc sur case noire h2 · Tour blanche sur case noire e1 | Tour noire sur case noire b8 · Roi noir sur case blanche g8 · Pion noir sur case blanche f7 · Pion noir sur case noire g7 · Fou noir sur case blanche c6 · Cavalier blanc sur case noire d6 · Pion noir sur case blanche e6 · Pion noir sur case noire h6 · Pion noir sur case blanche b5 · Pion blanc sur case noire c5 · Pion blanc sur case noire e5 · Dame noire sur case blanche a4 · Tour noire sur case noire d4 · Pion blanc sur case noire f4 · Pion blanc sur case noire g3 · Pion blanc sur case blanche h3 · Pion blanc sur case blanche a2 · Tour blanche sur case blanche c2 · Dame blanche sur case blanche e2 · Roi blanc sur case noire h2 · Tour blanche sur case noire e1 | Tour noire sur case noire b8 · Roi noir sur case blanche g8 · Pion noir sur case blanche f7 · Pion noir sur case noire g7 · Fou noir sur case blanche c6 · Cavalier blanc sur case noire d6 · Pion noir sur case blanche e6 · Pion noir sur case noire h6 · Pion noir sur case blanche b5 · Pion blanc sur case noire c5 · Pion blanc sur case noire e5 · Dame noire sur case blanche a4 · Tour noire sur case noire d4 · Pion blanc sur case noire f4 · Pion blanc sur case noire g3 · Pion blanc sur case blanche h3 · Pion blanc sur case blanche a2 · Tour blanche sur case blanche c2 · Dame blanche sur case blanche e2 · Roi blanc sur case noire h2 · Tour blanche sur case noire e1 | Tour noire sur case noire b8 · Roi noir sur case blanche g8 · Pion noir sur case blanche f7 · Pion noir sur case noire g7 · Fou noir sur case blanche c6 · Cavalier blanc sur case noire d6 · Pion noir sur case blanche e6 · Pion noir sur case noire h6 · Pion noir sur case blanche b5 · Pion blanc sur case noire c5 · Pion blanc sur case noire e5 · Dame noire sur case blanche a4 · Tour noire sur case noire d4 · Pion blanc sur case noire f4 · Pion blanc sur case noire g3 · Pion blanc sur case blanche h3 · Pion blanc sur case blanche a2 · Tour blanche sur case blanche c2 · Dame blanche sur case blanche e2 · Roi blanc sur case noire h2 · Tour blanche sur case noire e1 | Tour noire sur case noire b8 · Roi noir sur case blanche g8 · Pion noir sur case blanche f7 · Pion noir sur case noire g7 · Fou noir sur case blanche c6 · Cavalier blanc sur case noire d6 · Pion noir sur case blanche e6 · Pion noir sur case noire h6 · Pion noir sur case blanche b5 · Pion blanc sur case noire c5 · Pion blanc sur case noire e5 · Dame noire sur case blanche a4 · Tour noire sur case noire d4 · Pion blanc sur case noire f4 · Pion blanc sur case noire g3 · Pion blanc sur case blanche h3 · Pion blanc sur case blanche a2 · Tour blanche sur case blanche c2 · Dame blanche sur case blanche e2 · Roi blanc sur case noire h2 · Tour blanche sur case noire e1 | Tour noire sur case noire b8 · Roi noir sur case blanche g8 · Pion noir sur case blanche f7 · Pion noir sur case noire g7 · Fou noir sur case blanche c6 · Cavalier blanc sur case noire d6 · Pion noir sur case blanche e6 · Pion noir sur case noire h6 · Pion noir sur case blanche b5 · Pion blanc sur case noire c5 · Pion blanc sur case noire e5 · Dame noire sur case blanche a4 · Tour noire sur case noire d4 · Pion blanc sur case noire f4 · Pion blanc sur case noire g3 · Pion blanc sur case blanche h3 · Pion blanc sur case blanche a2 · Tour blanche sur case blanche c2 · Dame blanche sur case blanche e2 · Roi blanc sur case noire h2 · Tour blanche sur case noire e1 | Tour noire sur case noire b8 · Roi noir sur case blanche g8 · Pion noir sur case blanche f7 · Pion noir sur case noire g7 · Fou noir sur case blanche c6 · Cavalier blanc sur case noire d6 · Pion noir sur case blanche e6 · Pion noir sur case noire h6 · Pion noir sur case blanche b5 · Pion blanc sur case noire c5 · Pion blanc sur case noire e5 · Dame noire sur case blanche a4 · Tour noire sur case noire d4 · Pion blanc sur case noire f4 · Pion blanc sur case noire g3 · Pion blanc sur case blanche h3 · Pion blanc sur case blanche a2 · Tour blanche sur case blanche c2 · Dame blanche sur case blanche e2 · Roi blanc sur case noire h2 · Tour blanche sur case noire e1 | Tour noire sur case noire b8 · Roi noir sur case blanche g8 · Pion noir sur case blanche f7 · Pion noir sur case noire g7 · Fou noir sur case blanche c6 · Cavalier blanc sur case noire d6 · Pion noir sur case blanche e6 · Pion noir sur case noire h6 · Pion noir sur case blanche b5 · Pion blanc sur case noire c5 · Pion blanc sur case noire e5 · Dame noire sur case blanche a4 · Tour noire sur case noire d4 · Pion blanc sur case noire f4 · Pion blanc sur case noire g3 · Pion blanc sur case blanche h3 · Pion blanc sur case blanche a2 · Tour blanche sur case blanche c2 · Dame blanche sur case blanche e2 · Roi blanc sur case noire h2 · Tour blanche sur case noire e1 | 7 |
| 6 | Tour noire sur case noire b8 · Roi noir sur case blanche g8 · Pion noir sur case blanche f7 · Pion noir sur case noire g7 · Fou noir sur case blanche c6 · Cavalier blanc sur case noire d6 · Pion noir sur case blanche e6 · Pion noir sur case noire h6 · Pion noir sur case blanche b5 · Pion blanc sur case noire c5 · Pion blanc sur case noire e5 · Dame noire sur case blanche a4 · Tour noire sur case noire d4 · Pion blanc sur case noire f4 · Pion blanc sur case noire g3 · Pion blanc sur case blanche h3 · Pion blanc sur case blanche a2 · Tour blanche sur case blanche c2 · Dame blanche sur case blanche e2 · Roi blanc sur case noire h2 · Tour blanche sur case noire e1 | Tour noire sur case noire b8 · Roi noir sur case blanche g8 · Pion noir sur case blanche f7 · Pion noir sur case noire g7 · Fou noir sur case blanche c6 · Cavalier blanc sur case noire d6 · Pion noir sur case blanche e6 · Pion noir sur case noire h6 · Pion noir sur case blanche b5 · Pion blanc sur case noire c5 · Pion blanc sur case noire e5 · Dame noire sur case blanche a4 · Tour noire sur case noire d4 · Pion blanc sur case noire f4 · Pion blanc sur case noire g3 · Pion blanc sur case blanche h3 · Pion blanc sur case blanche a2 · Tour blanche sur case blanche c2 · Dame blanche sur case blanche e2 · Roi blanc sur case noire h2 · Tour blanche sur case noire e1 | Tour noire sur case noire b8 · Roi noir sur case blanche g8 · Pion noir sur case blanche f7 · Pion noir sur case noire g7 · Fou noir sur case blanche c6 · Cavalier blanc sur case noire d6 · Pion noir sur case blanche e6 · Pion noir sur case noire h6 · Pion noir sur case blanche b5 · Pion blanc sur case noire c5 · Pion blanc sur case noire e5 · Dame noire sur case blanche a4 · Tour noire sur case noire d4 · Pion blanc sur case noire f4 · Pion blanc sur case noire g3 · Pion blanc sur case blanche h3 · Pion blanc sur case blanche a2 · Tour blanche sur case blanche c2 · Dame blanche sur case blanche e2 · Roi blanc sur case noire h2 · Tour blanche sur case noire e1 | Tour noire sur case noire b8 · Roi noir sur case blanche g8 · Pion noir sur case blanche f7 · Pion noir sur case noire g7 · Fou noir sur case blanche c6 · Cavalier blanc sur case noire d6 · Pion noir sur case blanche e6 · Pion noir sur case noire h6 · Pion noir sur case blanche b5 · Pion blanc sur case noire c5 · Pion blanc sur case noire e5 · Dame noire sur case blanche a4 · Tour noire sur case noire d4 · Pion blanc sur case noire f4 · Pion blanc sur case noire g3 · Pion blanc sur case blanche h3 · Pion blanc sur case blanche a2 · Tour blanche sur case blanche c2 · Dame blanche sur case blanche e2 · Roi blanc sur case noire h2 · Tour blanche sur case noire e1 | Tour noire sur case noire b8 · Roi noir sur case blanche g8 · Pion noir sur case blanche f7 · Pion noir sur case noire g7 · Fou noir sur case blanche c6 · Cavalier blanc sur case noire d6 · Pion noir sur case blanche e6 · Pion noir sur case noire h6 · Pion noir sur case blanche b5 · Pion blanc sur case noire c5 · Pion blanc sur case noire e5 · Dame noire sur case blanche a4 · Tour noire sur case noire d4 · Pion blanc sur case noire f4 · Pion blanc sur case noire g3 · Pion blanc sur case blanche h3 · Pion blanc sur case blanche a2 · Tour blanche sur case blanche c2 · Dame blanche sur case blanche e2 · Roi blanc sur case noire h2 · Tour blanche sur case noire e1 | Tour noire sur case noire b8 · Roi noir sur case blanche g8 · Pion noir sur case blanche f7 · Pion noir sur case noire g7 · Fou noir sur case blanche c6 · Cavalier blanc sur case noire d6 · Pion noir sur case blanche e6 · Pion noir sur case noire h6 · Pion noir sur case blanche b5 · Pion blanc sur case noire c5 · Pion blanc sur case noire e5 · Dame noire sur case blanche a4 · Tour noire sur case noire d4 · Pion blanc sur case noire f4 · Pion blanc sur case noire g3 · Pion blanc sur case blanche h3 · Pion blanc sur case blanche a2 · Tour blanche sur case blanche c2 · Dame blanche sur case blanche e2 · Roi blanc sur case noire h2 · Tour blanche sur case noire e1 | Tour noire sur case noire b8 · Roi noir sur case blanche g8 · Pion noir sur case blanche f7 · Pion noir sur case noire g7 · Fou noir sur case blanche c6 · Cavalier blanc sur case noire d6 · Pion noir sur case blanche e6 · Pion noir sur case noire h6 · Pion noir sur case blanche b5 · Pion blanc sur case noire c5 · Pion blanc sur case noire e5 · Dame noire sur case blanche a4 · Tour noire sur case noire d4 · Pion blanc sur case noire f4 · Pion blanc sur case noire g3 · Pion blanc sur case blanche h3 · Pion blanc sur case blanche a2 · Tour blanche sur case blanche c2 · Dame blanche sur case blanche e2 · Roi blanc sur case noire h2 · Tour blanche sur case noire e1 | Tour noire sur case noire b8 · Roi noir sur case blanche g8 · Pion noir sur case blanche f7 · Pion noir sur case noire g7 · Fou noir sur case blanche c6 · Cavalier blanc sur case noire d6 · Pion noir sur case blanche e6 · Pion noir sur case noire h6 · Pion noir sur case blanche b5 · Pion blanc sur case noire c5 · Pion blanc sur case noire e5 · Dame noire sur case blanche a4 · Tour noire sur case noire d4 · Pion blanc sur case noire f4 · Pion blanc sur case noire g3 · Pion blanc sur case blanche h3 · Pion blanc sur case blanche a2 · Tour blanche sur case blanche c2 · Dame blanche sur case blanche e2 · Roi blanc sur case noire h2 · Tour blanche sur case noire e1 | 6 |
| 5 | Tour noire sur case noire b8 · Roi noir sur case blanche g8 · Pion noir sur case blanche f7 · Pion noir sur case noire g7 · Fou noir sur case blanche c6 · Cavalier blanc sur case noire d6 · Pion noir sur case blanche e6 · Pion noir sur case noire h6 · Pion noir sur case blanche b5 · Pion blanc sur case noire c5 · Pion blanc sur case noire e5 · Dame noire sur case blanche a4 · Tour noire sur case noire d4 · Pion blanc sur case noire f4 · Pion blanc sur case noire g3 · Pion blanc sur case blanche h3 · Pion blanc sur case blanche a2 · Tour blanche sur case blanche c2 · Dame blanche sur case blanche e2 · Roi blanc sur case noire h2 · Tour blanche sur case noire e1 | Tour noire sur case noire b8 · Roi noir sur case blanche g8 · Pion noir sur case blanche f7 · Pion noir sur case noire g7 · Fou noir sur case blanche c6 · Cavalier blanc sur case noire d6 · Pion noir sur case blanche e6 · Pion noir sur case noire h6 · Pion noir sur case blanche b5 · Pion blanc sur case noire c5 · Pion blanc sur case noire e5 · Dame noire sur case blanche a4 · Tour noire sur case noire d4 · Pion blanc sur case noire f4 · Pion blanc sur case noire g3 · Pion blanc sur case blanche h3 · Pion blanc sur case blanche a2 · Tour blanche sur case blanche c2 · Dame blanche sur case blanche e2 · Roi blanc sur case noire h2 · Tour blanche sur case noire e1 | Tour noire sur case noire b8 · Roi noir sur case blanche g8 · Pion noir sur case blanche f7 · Pion noir sur case noire g7 · Fou noir sur case blanche c6 · Cavalier blanc sur case noire d6 · Pion noir sur case blanche e6 · Pion noir sur case noire h6 · Pion noir sur case blanche b5 · Pion blanc sur case noire c5 · Pion blanc sur case noire e5 · Dame noire sur case blanche a4 · Tour noire sur case noire d4 · Pion blanc sur case noire f4 · Pion blanc sur case noire g3 · Pion blanc sur case blanche h3 · Pion blanc sur case blanche a2 · Tour blanche sur case blanche c2 · Dame blanche sur case blanche e2 · Roi blanc sur case noire h2 · Tour blanche sur case noire e1 | Tour noire sur case noire b8 · Roi noir sur case blanche g8 · Pion noir sur case blanche f7 · Pion noir sur case noire g7 · Fou noir sur case blanche c6 · Cavalier blanc sur case noire d6 · Pion noir sur case blanche e6 · Pion noir sur case noire h6 · Pion noir sur case blanche b5 · Pion blanc sur case noire c5 · Pion blanc sur case noire e5 · Dame noire sur case blanche a4 · Tour noire sur case noire d4 · Pion blanc sur case noire f4 · Pion blanc sur case noire g3 · Pion blanc sur case blanche h3 · Pion blanc sur case blanche a2 · Tour blanche sur case blanche c2 · Dame blanche sur case blanche e2 · Roi blanc sur case noire h2 · Tour blanche sur case noire e1 | Tour noire sur case noire b8 · Roi noir sur case blanche g8 · Pion noir sur case blanche f7 · Pion noir sur case noire g7 · Fou noir sur case blanche c6 · Cavalier blanc sur case noire d6 · Pion noir sur case blanche e6 · Pion noir sur case noire h6 · Pion noir sur case blanche b5 · Pion blanc sur case noire c5 · Pion blanc sur case noire e5 · Dame noire sur case blanche a4 · Tour noire sur case noire d4 · Pion blanc sur case noire f4 · Pion blanc sur case noire g3 · Pion blanc sur case blanche h3 · Pion blanc sur case blanche a2 · Tour blanche sur case blanche c2 · Dame blanche sur case blanche e2 · Roi blanc sur case noire h2 · Tour blanche sur case noire e1 | Tour noire sur case noire b8 · Roi noir sur case blanche g8 · Pion noir sur case blanche f7 · Pion noir sur case noire g7 · Fou noir sur case blanche c6 · Cavalier blanc sur case noire d6 · Pion noir sur case blanche e6 · Pion noir sur case noire h6 · Pion noir sur case blanche b5 · Pion blanc sur case noire c5 · Pion blanc sur case noire e5 · Dame noire sur case blanche a4 · Tour noire sur case noire d4 · Pion blanc sur case noire f4 · Pion blanc sur case noire g3 · Pion blanc sur case blanche h3 · Pion blanc sur case blanche a2 · Tour blanche sur case blanche c2 · Dame blanche sur case blanche e2 · Roi blanc sur case noire h2 · Tour blanche sur case noire e1 | Tour noire sur case noire b8 · Roi noir sur case blanche g8 · Pion noir sur case blanche f7 · Pion noir sur case noire g7 · Fou noir sur case blanche c6 · Cavalier blanc sur case noire d6 · Pion noir sur case blanche e6 · Pion noir sur case noire h6 · Pion noir sur case blanche b5 · Pion blanc sur case noire c5 · Pion blanc sur case noire e5 · Dame noire sur case blanche a4 · Tour noire sur case noire d4 · Pion blanc sur case noire f4 · Pion blanc sur case noire g3 · Pion blanc sur case blanche h3 · Pion blanc sur case blanche a2 · Tour blanche sur case blanche c2 · Dame blanche sur case blanche e2 · Roi blanc sur case noire h2 · Tour blanche sur case noire e1 | Tour noire sur case noire b8 · Roi noir sur case blanche g8 · Pion noir sur case blanche f7 · Pion noir sur case noire g7 · Fou noir sur case blanche c6 · Cavalier blanc sur case noire d6 · Pion noir sur case blanche e6 · Pion noir sur case noire h6 · Pion noir sur case blanche b5 · Pion blanc sur case noire c5 · Pion blanc sur case noire e5 · Dame noire sur case blanche a4 · Tour noire sur case noire d4 · Pion blanc sur case noire f4 · Pion blanc sur case noire g3 · Pion blanc sur case blanche h3 · Pion blanc sur case blanche a2 · Tour blanche sur case blanche c2 · Dame blanche sur case blanche e2 · Roi blanc sur case noire h2 · Tour blanche sur case noire e1 | 5 |
| 4 | Tour noire sur case noire b8 · Roi noir sur case blanche g8 · Pion noir sur case blanche f7 · Pion noir sur case noire g7 · Fou noir sur case blanche c6 · Cavalier blanc sur case noire d6 · Pion noir sur case blanche e6 · Pion noir sur case noire h6 · Pion noir sur case blanche b5 · Pion blanc sur case noire c5 · Pion blanc sur case noire e5 · Dame noire sur case blanche a4 · Tour noire sur case noire d4 · Pion blanc sur case noire f4 · Pion blanc sur case noire g3 · Pion blanc sur case blanche h3 · Pion blanc sur case blanche a2 · Tour blanche sur case blanche c2 · Dame blanche sur case blanche e2 · Roi blanc sur case noire h2 · Tour blanche sur case noire e1 | Tour noire sur case noire b8 · Roi noir sur case blanche g8 · Pion noir sur case blanche f7 · Pion noir sur case noire g7 · Fou noir sur case blanche c6 · Cavalier blanc sur case noire d6 · Pion noir sur case blanche e6 · Pion noir sur case noire h6 · Pion noir sur case blanche b5 · Pion blanc sur case noire c5 · Pion blanc sur case noire e5 · Dame noire sur case blanche a4 · Tour noire sur case noire d4 · Pion blanc sur case noire f4 · Pion blanc sur case noire g3 · Pion blanc sur case blanche h3 · Pion blanc sur case blanche a2 · Tour blanche sur case blanche c2 · Dame blanche sur case blanche e2 · Roi blanc sur case noire h2 · Tour blanche sur case noire e1 | Tour noire sur case noire b8 · Roi noir sur case blanche g8 · Pion noir sur case blanche f7 · Pion noir sur case noire g7 · Fou noir sur case blanche c6 · Cavalier blanc sur case noire d6 · Pion noir sur case blanche e6 · Pion noir sur case noire h6 · Pion noir sur case blanche b5 · Pion blanc sur case noire c5 · Pion blanc sur case noire e5 · Dame noire sur case blanche a4 · Tour noire sur case noire d4 · Pion blanc sur case noire f4 · Pion blanc sur case noire g3 · Pion blanc sur case blanche h3 · Pion blanc sur case blanche a2 · Tour blanche sur case blanche c2 · Dame blanche sur case blanche e2 · Roi blanc sur case noire h2 · Tour blanche sur case noire e1 | Tour noire sur case noire b8 · Roi noir sur case blanche g8 · Pion noir sur case blanche f7 · Pion noir sur case noire g7 · Fou noir sur case blanche c6 · Cavalier blanc sur case noire d6 · Pion noir sur case blanche e6 · Pion noir sur case noire h6 · Pion noir sur case blanche b5 · Pion blanc sur case noire c5 · Pion blanc sur case noire e5 · Dame noire sur case blanche a4 · Tour noire sur case noire d4 · Pion blanc sur case noire f4 · Pion blanc sur case noire g3 · Pion blanc sur case blanche h3 · Pion blanc sur case blanche a2 · Tour blanche sur case blanche c2 · Dame blanche sur case blanche e2 · Roi blanc sur case noire h2 · Tour blanche sur case noire e1 | Tour noire sur case noire b8 · Roi noir sur case blanche g8 · Pion noir sur case blanche f7 · Pion noir sur case noire g7 · Fou noir sur case blanche c6 · Cavalier blanc sur case noire d6 · Pion noir sur case blanche e6 · Pion noir sur case noire h6 · Pion noir sur case blanche b5 · Pion blanc sur case noire c5 · Pion blanc sur case noire e5 · Dame noire sur case blanche a4 · Tour noire sur case noire d4 · Pion blanc sur case noire f4 · Pion blanc sur case noire g3 · Pion blanc sur case blanche h3 · Pion blanc sur case blanche a2 · Tour blanche sur case blanche c2 · Dame blanche sur case blanche e2 · Roi blanc sur case noire h2 · Tour blanche sur case noire e1 | Tour noire sur case noire b8 · Roi noir sur case blanche g8 · Pion noir sur case blanche f7 · Pion noir sur case noire g7 · Fou noir sur case blanche c6 · Cavalier blanc sur case noire d6 · Pion noir sur case blanche e6 · Pion noir sur case noire h6 · Pion noir sur case blanche b5 · Pion blanc sur case noire c5 · Pion blanc sur case noire e5 · Dame noire sur case blanche a4 · Tour noire sur case noire d4 · Pion blanc sur case noire f4 · Pion blanc sur case noire g3 · Pion blanc sur case blanche h3 · Pion blanc sur case blanche a2 · Tour blanche sur case blanche c2 · Dame blanche sur case blanche e2 · Roi blanc sur case noire h2 · Tour blanche sur case noire e1 | Tour noire sur case noire b8 · Roi noir sur case blanche g8 · Pion noir sur case blanche f7 · Pion noir sur case noire g7 · Fou noir sur case blanche c6 · Cavalier blanc sur case noire d6 · Pion noir sur case blanche e6 · Pion noir sur case noire h6 · Pion noir sur case blanche b5 · Pion blanc sur case noire c5 · Pion blanc sur case noire e5 · Dame noire sur case blanche a4 · Tour noire sur case noire d4 · Pion blanc sur case noire f4 · Pion blanc sur case noire g3 · Pion blanc sur case blanche h3 · Pion blanc sur case blanche a2 · Tour blanche sur case blanche c2 · Dame blanche sur case blanche e2 · Roi blanc sur case noire h2 · Tour blanche sur case noire e1 | Tour noire sur case noire b8 · Roi noir sur case blanche g8 · Pion noir sur case blanche f7 · Pion noir sur case noire g7 · Fou noir sur case blanche c6 · Cavalier blanc sur case noire d6 · Pion noir sur case blanche e6 · Pion noir sur case noire h6 · Pion noir sur case blanche b5 · Pion blanc sur case noire c5 · Pion blanc sur case noire e5 · Dame noire sur case blanche a4 · Tour noire sur case noire d4 · Pion blanc sur case noire f4 · Pion blanc sur case noire g3 · Pion blanc sur case blanche h3 · Pion blanc sur case blanche a2 · Tour blanche sur case blanche c2 · Dame blanche sur case blanche e2 · Roi blanc sur case noire h2 · Tour blanche sur case noire e1 | 4 |
| 3 | Tour noire sur case noire b8 · Roi noir sur case blanche g8 · Pion noir sur case blanche f7 · Pion noir sur case noire g7 · Fou noir sur case blanche c6 · Cavalier blanc sur case noire d6 · Pion noir sur case blanche e6 · Pion noir sur case noire h6 · Pion noir sur case blanche b5 · Pion blanc sur case noire c5 · Pion blanc sur case noire e5 · Dame noire sur case blanche a4 · Tour noire sur case noire d4 · Pion blanc sur case noire f4 · Pion blanc sur case noire g3 · Pion blanc sur case blanche h3 · Pion blanc sur case blanche a2 · Tour blanche sur case blanche c2 · Dame blanche sur case blanche e2 · Roi blanc sur case noire h2 · Tour blanche sur case noire e1 | Tour noire sur case noire b8 · Roi noir sur case blanche g8 · Pion noir sur case blanche f7 · Pion noir sur case noire g7 · Fou noir sur case blanche c6 · Cavalier blanc sur case noire d6 · Pion noir sur case blanche e6 · Pion noir sur case noire h6 · Pion noir sur case blanche b5 · Pion blanc sur case noire c5 · Pion blanc sur case noire e5 · Dame noire sur case blanche a4 · Tour noire sur case noire d4 · Pion blanc sur case noire f4 · Pion blanc sur case noire g3 · Pion blanc sur case blanche h3 · Pion blanc sur case blanche a2 · Tour blanche sur case blanche c2 · Dame blanche sur case blanche e2 · Roi blanc sur case noire h2 · Tour blanche sur case noire e1 | Tour noire sur case noire b8 · Roi noir sur case blanche g8 · Pion noir sur case blanche f7 · Pion noir sur case noire g7 · Fou noir sur case blanche c6 · Cavalier blanc sur case noire d6 · Pion noir sur case blanche e6 · Pion noir sur case noire h6 · Pion noir sur case blanche b5 · Pion blanc sur case noire c5 · Pion blanc sur case noire e5 · Dame noire sur case blanche a4 · Tour noire sur case noire d4 · Pion blanc sur case noire f4 · Pion blanc sur case noire g3 · Pion blanc sur case blanche h3 · Pion blanc sur case blanche a2 · Tour blanche sur case blanche c2 · Dame blanche sur case blanche e2 · Roi blanc sur case noire h2 · Tour blanche sur case noire e1 | Tour noire sur case noire b8 · Roi noir sur case blanche g8 · Pion noir sur case blanche f7 · Pion noir sur case noire g7 · Fou noir sur case blanche c6 · Cavalier blanc sur case noire d6 · Pion noir sur case blanche e6 · Pion noir sur case noire h6 · Pion noir sur case blanche b5 · Pion blanc sur case noire c5 · Pion blanc sur case noire e5 · Dame noire sur case blanche a4 · Tour noire sur case noire d4 · Pion blanc sur case noire f4 · Pion blanc sur case noire g3 · Pion blanc sur case blanche h3 · Pion blanc sur case blanche a2 · Tour blanche sur case blanche c2 · Dame blanche sur case blanche e2 · Roi blanc sur case noire h2 · Tour blanche sur case noire e1 | Tour noire sur case noire b8 · Roi noir sur case blanche g8 · Pion noir sur case blanche f7 · Pion noir sur case noire g7 · Fou noir sur case blanche c6 · Cavalier blanc sur case noire d6 · Pion noir sur case blanche e6 · Pion noir sur case noire h6 · Pion noir sur case blanche b5 · Pion blanc sur case noire c5 · Pion blanc sur case noire e5 · Dame noire sur case blanche a4 · Tour noire sur case noire d4 · Pion blanc sur case noire f4 · Pion blanc sur case noire g3 · Pion blanc sur case blanche h3 · Pion blanc sur case blanche a2 · Tour blanche sur case blanche c2 · Dame blanche sur case blanche e2 · Roi blanc sur case noire h2 · Tour blanche sur case noire e1 | Tour noire sur case noire b8 · Roi noir sur case blanche g8 · Pion noir sur case blanche f7 · Pion noir sur case noire g7 · Fou noir sur case blanche c6 · Cavalier blanc sur case noire d6 · Pion noir sur case blanche e6 · Pion noir sur case noire h6 · Pion noir sur case blanche b5 · Pion blanc sur case noire c5 · Pion blanc sur case noire e5 · Dame noire sur case blanche a4 · Tour noire sur case noire d4 · Pion blanc sur case noire f4 · Pion blanc sur case noire g3 · Pion blanc sur case blanche h3 · Pion blanc sur case blanche a2 · Tour blanche sur case blanche c2 · Dame blanche sur case blanche e2 · Roi blanc sur case noire h2 · Tour blanche sur case noire e1 | Tour noire sur case noire b8 · Roi noir sur case blanche g8 · Pion noir sur case blanche f7 · Pion noir sur case noire g7 · Fou noir sur case blanche c6 · Cavalier blanc sur case noire d6 · Pion noir sur case blanche e6 · Pion noir sur case noire h6 · Pion noir sur case blanche b5 · Pion blanc sur case noire c5 · Pion blanc sur case noire e5 · Dame noire sur case blanche a4 · Tour noire sur case noire d4 · Pion blanc sur case noire f4 · Pion blanc sur case noire g3 · Pion blanc sur case blanche h3 · Pion blanc sur case blanche a2 · Tour blanche sur case blanche c2 · Dame blanche sur case blanche e2 · Roi blanc sur case noire h2 · Tour blanche sur case noire e1 | Tour noire sur case noire b8 · Roi noir sur case blanche g8 · Pion noir sur case blanche f7 · Pion noir sur case noire g7 · Fou noir sur case blanche c6 · Cavalier blanc sur case noire d6 · Pion noir sur case blanche e6 · Pion noir sur case noire h6 · Pion noir sur case blanche b5 · Pion blanc sur case noire c5 · Pion blanc sur case noire e5 · Dame noire sur case blanche a4 · Tour noire sur case noire d4 · Pion blanc sur case noire f4 · Pion blanc sur case noire g3 · Pion blanc sur case blanche h3 · Pion blanc sur case blanche a2 · Tour blanche sur case blanche c2 · Dame blanche sur case blanche e2 · Roi blanc sur case noire h2 · Tour blanche sur case noire e1 | 3 |
| 2 | Tour noire sur case noire b8 · Roi noir sur case blanche g8 · Pion noir sur case blanche f7 · Pion noir sur case noire g7 · Fou noir sur case blanche c6 · Cavalier blanc sur case noire d6 · Pion noir sur case blanche e6 · Pion noir sur case noire h6 · Pion noir sur case blanche b5 · Pion blanc sur case noire c5 · Pion blanc sur case noire e5 · Dame noire sur case blanche a4 · Tour noire sur case noire d4 · Pion blanc sur case noire f4 · Pion blanc sur case noire g3 · Pion blanc sur case blanche h3 · Pion blanc sur case blanche a2 · Tour blanche sur case blanche c2 · Dame blanche sur case blanche e2 · Roi blanc sur case noire h2 · Tour blanche sur case noire e1 | Tour noire sur case noire b8 · Roi noir sur case blanche g8 · Pion noir sur case blanche f7 · Pion noir sur case noire g7 · Fou noir sur case blanche c6 · Cavalier blanc sur case noire d6 · Pion noir sur case blanche e6 · Pion noir sur case noire h6 · Pion noir sur case blanche b5 · Pion blanc sur case noire c5 · Pion blanc sur case noire e5 · Dame noire sur case blanche a4 · Tour noire sur case noire d4 · Pion blanc sur case noire f4 · Pion blanc sur case noire g3 · Pion blanc sur case blanche h3 · Pion blanc sur case blanche a2 · Tour blanche sur case blanche c2 · Dame blanche sur case blanche e2 · Roi blanc sur case noire h2 · Tour blanche sur case noire e1 | Tour noire sur case noire b8 · Roi noir sur case blanche g8 · Pion noir sur case blanche f7 · Pion noir sur case noire g7 · Fou noir sur case blanche c6 · Cavalier blanc sur case noire d6 · Pion noir sur case blanche e6 · Pion noir sur case noire h6 · Pion noir sur case blanche b5 · Pion blanc sur case noire c5 · Pion blanc sur case noire e5 · Dame noire sur case blanche a4 · Tour noire sur case noire d4 · Pion blanc sur case noire f4 · Pion blanc sur case noire g3 · Pion blanc sur case blanche h3 · Pion blanc sur case blanche a2 · Tour blanche sur case blanche c2 · Dame blanche sur case blanche e2 · Roi blanc sur case noire h2 · Tour blanche sur case noire e1 | Tour noire sur case noire b8 · Roi noir sur case blanche g8 · Pion noir sur case blanche f7 · Pion noir sur case noire g7 · Fou noir sur case blanche c6 · Cavalier blanc sur case noire d6 · Pion noir sur case blanche e6 · Pion noir sur case noire h6 · Pion noir sur case blanche b5 · Pion blanc sur case noire c5 · Pion blanc sur case noire e5 · Dame noire sur case blanche a4 · Tour noire sur case noire d4 · Pion blanc sur case noire f4 · Pion blanc sur case noire g3 · Pion blanc sur case blanche h3 · Pion blanc sur case blanche a2 · Tour blanche sur case blanche c2 · Dame blanche sur case blanche e2 · Roi blanc sur case noire h2 · Tour blanche sur case noire e1 | Tour noire sur case noire b8 · Roi noir sur case blanche g8 · Pion noir sur case blanche f7 · Pion noir sur case noire g7 · Fou noir sur case blanche c6 · Cavalier blanc sur case noire d6 · Pion noir sur case blanche e6 · Pion noir sur case noire h6 · Pion noir sur case blanche b5 · Pion blanc sur case noire c5 · Pion blanc sur case noire e5 · Dame noire sur case blanche a4 · Tour noire sur case noire d4 · Pion blanc sur case noire f4 · Pion blanc sur case noire g3 · Pion blanc sur case blanche h3 · Pion blanc sur case blanche a2 · Tour blanche sur case blanche c2 · Dame blanche sur case blanche e2 · Roi blanc sur case noire h2 · Tour blanche sur case noire e1 | Tour noire sur case noire b8 · Roi noir sur case blanche g8 · Pion noir sur case blanche f7 · Pion noir sur case noire g7 · Fou noir sur case blanche c6 · Cavalier blanc sur case noire d6 · Pion noir sur case blanche e6 · Pion noir sur case noire h6 · Pion noir sur case blanche b5 · Pion blanc sur case noire c5 · Pion blanc sur case noire e5 · Dame noire sur case blanche a4 · Tour noire sur case noire d4 · Pion blanc sur case noire f4 · Pion blanc sur case noire g3 · Pion blanc sur case blanche h3 · Pion blanc sur case blanche a2 · Tour blanche sur case blanche c2 · Dame blanche sur case blanche e2 · Roi blanc sur case noire h2 · Tour blanche sur case noire e1 | Tour noire sur case noire b8 · Roi noir sur case blanche g8 · Pion noir sur case blanche f7 · Pion noir sur case noire g7 · Fou noir sur case blanche c6 · Cavalier blanc sur case noire d6 · Pion noir sur case blanche e6 · Pion noir sur case noire h6 · Pion noir sur case blanche b5 · Pion blanc sur case noire c5 · Pion blanc sur case noire e5 · Dame noire sur case blanche a4 · Tour noire sur case noire d4 · Pion blanc sur case noire f4 · Pion blanc sur case noire g3 · Pion blanc sur case blanche h3 · Pion blanc sur case blanche a2 · Tour blanche sur case blanche c2 · Dame blanche sur case blanche e2 · Roi blanc sur case noire h2 · Tour blanche sur case noire e1 | Tour noire sur case noire b8 · Roi noir sur case blanche g8 · Pion noir sur case blanche f7 · Pion noir sur case noire g7 · Fou noir sur case blanche c6 · Cavalier blanc sur case noire d6 · Pion noir sur case blanche e6 · Pion noir sur case noire h6 · Pion noir sur case blanche b5 · Pion blanc sur case noire c5 · Pion blanc sur case noire e5 · Dame noire sur case blanche a4 · Tour noire sur case noire d4 · Pion blanc sur case noire f4 · Pion blanc sur case noire g3 · Pion blanc sur case blanche h3 · Pion blanc sur case blanche a2 · Tour blanche sur case blanche c2 · Dame blanche sur case blanche e2 · Roi blanc sur case noire h2 · Tour blanche sur case noire e1 | 2 |
| 1 | Tour noire sur case noire b8 · Roi noir sur case blanche g8 · Pion noir sur case blanche f7 · Pion noir sur case noire g7 · Fou noir sur case blanche c6 · Cavalier blanc sur case noire d6 · Pion noir sur case blanche e6 · Pion noir sur case noire h6 · Pion noir sur case blanche b5 · Pion blanc sur case noire c5 · Pion blanc sur case noire e5 · Dame noire sur case blanche a4 · Tour noire sur case noire d4 · Pion blanc sur case noire f4 · Pion blanc sur case noire g3 · Pion blanc sur case blanche h3 · Pion blanc sur case blanche a2 · Tour blanche sur case blanche c2 · Dame blanche sur case blanche e2 · Roi blanc sur case noire h2 · Tour blanche sur case noire e1 | Tour noire sur case noire b8 · Roi noir sur case blanche g8 · Pion noir sur case blanche f7 · Pion noir sur case noire g7 · Fou noir sur case blanche c6 · Cavalier blanc sur case noire d6 · Pion noir sur case blanche e6 · Pion noir sur case noire h6 · Pion noir sur case blanche b5 · Pion blanc sur case noire c5 · Pion blanc sur case noire e5 · Dame noire sur case blanche a4 · Tour noire sur case noire d4 · Pion blanc sur case noire f4 · Pion blanc sur case noire g3 · Pion blanc sur case blanche h3 · Pion blanc sur case blanche a2 · Tour blanche sur case blanche c2 · Dame blanche sur case blanche e2 · Roi blanc sur case noire h2 · Tour blanche sur case noire e1 | Tour noire sur case noire b8 · Roi noir sur case blanche g8 · Pion noir sur case blanche f7 · Pion noir sur case noire g7 · Fou noir sur case blanche c6 · Cavalier blanc sur case noire d6 · Pion noir sur case blanche e6 · Pion noir sur case noire h6 · Pion noir sur case blanche b5 · Pion blanc sur case noire c5 · Pion blanc sur case noire e5 · Dame noire sur case blanche a4 · Tour noire sur case noire d4 · Pion blanc sur case noire f4 · Pion blanc sur case noire g3 · Pion blanc sur case blanche h3 · Pion blanc sur case blanche a2 · Tour blanche sur case blanche c2 · Dame blanche sur case blanche e2 · Roi blanc sur case noire h2 · Tour blanche sur case noire e1 | Tour noire sur case noire b8 · Roi noir sur case blanche g8 · Pion noir sur case blanche f7 · Pion noir sur case noire g7 · Fou noir sur case blanche c6 · Cavalier blanc sur case noire d6 · Pion noir sur case blanche e6 · Pion noir sur case noire h6 · Pion noir sur case blanche b5 · Pion blanc sur case noire c5 · Pion blanc sur case noire e5 · Dame noire sur case blanche a4 · Tour noire sur case noire d4 · Pion blanc sur case noire f4 · Pion blanc sur case noire g3 · Pion blanc sur case blanche h3 · Pion blanc sur case blanche a2 · Tour blanche sur case blanche c2 · Dame blanche sur case blanche e2 · Roi blanc sur case noire h2 · Tour blanche sur case noire e1 | Tour noire sur case noire b8 · Roi noir sur case blanche g8 · Pion noir sur case blanche f7 · Pion noir sur case noire g7 · Fou noir sur case blanche c6 · Cavalier blanc sur case noire d6 · Pion noir sur case blanche e6 · Pion noir sur case noire h6 · Pion noir sur case blanche b5 · Pion blanc sur case noire c5 · Pion blanc sur case noire e5 · Dame noire sur case blanche a4 · Tour noire sur case noire d4 · Pion blanc sur case noire f4 · Pion blanc sur case noire g3 · Pion blanc sur case blanche h3 · Pion blanc sur case blanche a2 · Tour blanche sur case blanche c2 · Dame blanche sur case blanche e2 · Roi blanc sur case noire h2 · Tour blanche sur case noire e1 | Tour noire sur case noire b8 · Roi noir sur case blanche g8 · Pion noir sur case blanche f7 · Pion noir sur case noire g7 · Fou noir sur case blanche c6 · Cavalier blanc sur case noire d6 · Pion noir sur case blanche e6 · Pion noir sur case noire h6 · Pion noir sur case blanche b5 · Pion blanc sur case noire c5 · Pion blanc sur case noire e5 · Dame noire sur case blanche a4 · Tour noire sur case noire d4 · Pion blanc sur case noire f4 · Pion blanc sur case noire g3 · Pion blanc sur case blanche h3 · Pion blanc sur case blanche a2 · Tour blanche sur case blanche c2 · Dame blanche sur case blanche e2 · Roi blanc sur case noire h2 · Tour blanche sur case noire e1 | Tour noire sur case noire b8 · Roi noir sur case blanche g8 · Pion noir sur case blanche f7 · Pion noir sur case noire g7 · Fou noir sur case blanche c6 · Cavalier blanc sur case noire d6 · Pion noir sur case blanche e6 · Pion noir sur case noire h6 · Pion noir sur case blanche b5 · Pion blanc sur case noire c5 · Pion blanc sur case noire e5 · Dame noire sur case blanche a4 · Tour noire sur case noire d4 · Pion blanc sur case noire f4 · Pion blanc sur case noire g3 · Pion blanc sur case blanche h3 · Pion blanc sur case blanche a2 · Tour blanche sur case blanche c2 · Dame blanche sur case blanche e2 · Roi blanc sur case noire h2 · Tour blanche sur case noire e1 | Tour noire sur case noire b8 · Roi noir sur case blanche g8 · Pion noir sur case blanche f7 · Pion noir sur case noire g7 · Fou noir sur case blanche c6 · Cavalier blanc sur case noire d6 · Pion noir sur case blanche e6 · Pion noir sur case noire h6 · Pion noir sur case blanche b5 · Pion blanc sur case noire c5 · Pion blanc sur case noire e5 · Dame noire sur case blanche a4 · Tour noire sur case noire d4 · Pion blanc sur case noire f4 · Pion blanc sur case noire g3 · Pion blanc sur case blanche h3 · Pion blanc sur case blanche a2 · Tour blanche sur case blanche c2 · Dame blanche sur case blanche e2 · Roi blanc sur case noire h2 · Tour blanche sur case noire e1 | 1 |
|   | a | b | c | d | e | f | g | h |   |

17 octobre. Après 16.Dd2, Fischer avait un léger avantage. 
Fischer–Spassky, partie 21 ; Défense sicilienne,  variante Szén (anti-Taïmanov) (ECO B44)

1.e4 c5 2.Cf3 Cc6 3.d4 cxd4 4.Cxd4 e6 5.Cb5 d6 6.c4 Cf6 7.C5c3 Fe7 8.g3 0-0 9.Fg2 a6 10.0-0 Tb8 11.Ca3 Dc7 12.Fe3 Fd7 13.Tc1 Ce5 14.h3 Tfc8 15.f4 Cg6 16.Dd2 Fe8 17.Tfd1 b6 18.Df2 h6 19.Rh2 Da7 20.De2 Dc7 21.Ff3 Fc6 22.Cab1 Db7 23.Cd2 b5 24.cxb5 axb5 25.b4 Da8 26.Tc2 d5 27.e5 Ce4 28.Fxe4 dxe4 29.Fc5 Fxc5 30.bxc5 Td8 31.Te1 Ce7 32.Ccxe4 Cf5 33.Cb3 Cd4 34.Cxd4 Txd4 35.Cd6 Da4 (diagramme) 36.f5 Ta8 37.Tb2 Da3 38.fxe6 fxe6 39.Cxb5 Fxb5 40.Dxb5 Td3 41.Tg2 Dc3 42.Tee2 Ta3 43.Tc2 Dxe5 44.Tce2 Te3 45.Txe3 Txe3 46.a4 Tc3 47.c6 Dd6 48.c7 Txc7 49.Db8+ Rh7 50.a5 h5 51.h4 Dc5 52.a6 Tf7 53.Db1+ Rh6 54.Da2 Te7 55.Dd2+ Rg6 56.Te2 Rh7 57.Dc2+ Dxc2 58.Txc2 Rg6 59.Ta2 Ta7 60.Ta5 e5 61.Rg2 Rf6 62.Rf2 Re6 63.Re3 Rf5 64.Rf3 g6 65.Ta3 g5 66.hxg5 Rxg5 67.Re4 1–0

#### Partie 22: Spassky ½ Fischer ½ (Sicilienne fermée)
|   | a | b | c | d | e | f | g | h |   |
| 8 | Dame noire sur case noire d8 · Cavalier noir sur case blanche e8 · Tour noire sur case noire f8 · Roi noir sur case blanche g8 · Tour blanche sur case noire a7 · Pion noir sur case noire e7 · Pion noir sur case blanche f7 · Fou noir sur case noire g7 · Pion noir sur case blanche h7 · Fou noir sur case blanche c6 · Pion noir sur case noire d6 · Pion noir sur case blanche g6 · Pion blanc sur case blanche e4 · Pion blanc sur case noire f4 · Cavalier blanc sur case noire c3 · Fou blanc sur case noire e3 · Pion blanc sur case noire g3 · Pion blanc sur case blanche h3 · Tour noire sur case noire b2 · Pion blanc sur case blanche c2 · Fou blanc sur case blanche g2 · Dame blanche sur case blanche d1 · Tour blanche sur case blanche f1 · Roi blanc sur case noire g1 | Dame noire sur case noire d8 · Cavalier noir sur case blanche e8 · Tour noire sur case noire f8 · Roi noir sur case blanche g8 · Tour blanche sur case noire a7 · Pion noir sur case noire e7 · Pion noir sur case blanche f7 · Fou noir sur case noire g7 · Pion noir sur case blanche h7 · Fou noir sur case blanche c6 · Pion noir sur case noire d6 · Pion noir sur case blanche g6 · Pion blanc sur case blanche e4 · Pion blanc sur case noire f4 · Cavalier blanc sur case noire c3 · Fou blanc sur case noire e3 · Pion blanc sur case noire g3 · Pion blanc sur case blanche h3 · Tour noire sur case noire b2 · Pion blanc sur case blanche c2 · Fou blanc sur case blanche g2 · Dame blanche sur case blanche d1 · Tour blanche sur case blanche f1 · Roi blanc sur case noire g1 | Dame noire sur case noire d8 · Cavalier noir sur case blanche e8 · Tour noire sur case noire f8 · Roi noir sur case blanche g8 · Tour blanche sur case noire a7 · Pion noir sur case noire e7 · Pion noir sur case blanche f7 · Fou noir sur case noire g7 · Pion noir sur case blanche h7 · Fou noir sur case blanche c6 · Pion noir sur case noire d6 · Pion noir sur case blanche g6 · Pion blanc sur case blanche e4 · Pion blanc sur case noire f4 · Cavalier blanc sur case noire c3 · Fou blanc sur case noire e3 · Pion blanc sur case noire g3 · Pion blanc sur case blanche h3 · Tour noire sur case noire b2 · Pion blanc sur case blanche c2 · Fou blanc sur case blanche g2 · Dame blanche sur case blanche d1 · Tour blanche sur case blanche f1 · Roi blanc sur case noire g1 | Dame noire sur case noire d8 · Cavalier noir sur case blanche e8 · Tour noire sur case noire f8 · Roi noir sur case blanche g8 · Tour blanche sur case noire a7 · Pion noir sur case noire e7 · Pion noir sur case blanche f7 · Fou noir sur case noire g7 · Pion noir sur case blanche h7 · Fou noir sur case blanche c6 · Pion noir sur case noire d6 · Pion noir sur case blanche g6 · Pion blanc sur case blanche e4 · Pion blanc sur case noire f4 · Cavalier blanc sur case noire c3 · Fou blanc sur case noire e3 · Pion blanc sur case noire g3 · Pion blanc sur case blanche h3 · Tour noire sur case noire b2 · Pion blanc sur case blanche c2 · Fou blanc sur case blanche g2 · Dame blanche sur case blanche d1 · Tour blanche sur case blanche f1 · Roi blanc sur case noire g1 | Dame noire sur case noire d8 · Cavalier noir sur case blanche e8 · Tour noire sur case noire f8 · Roi noir sur case blanche g8 · Tour blanche sur case noire a7 · Pion noir sur case noire e7 · Pion noir sur case blanche f7 · Fou noir sur case noire g7 · Pion noir sur case blanche h7 · Fou noir sur case blanche c6 · Pion noir sur case noire d6 · Pion noir sur case blanche g6 · Pion blanc sur case blanche e4 · Pion blanc sur case noire f4 · Cavalier blanc sur case noire c3 · Fou blanc sur case noire e3 · Pion blanc sur case noire g3 · Pion blanc sur case blanche h3 · Tour noire sur case noire b2 · Pion blanc sur case blanche c2 · Fou blanc sur case blanche g2 · Dame blanche sur case blanche d1 · Tour blanche sur case blanche f1 · Roi blanc sur case noire g1 | Dame noire sur case noire d8 · Cavalier noir sur case blanche e8 · Tour noire sur case noire f8 · Roi noir sur case blanche g8 · Tour blanche sur case noire a7 · Pion noir sur case noire e7 · Pion noir sur case blanche f7 · Fou noir sur case noire g7 · Pion noir sur case blanche h7 · Fou noir sur case blanche c6 · Pion noir sur case noire d6 · Pion noir sur case blanche g6 · Pion blanc sur case blanche e4 · Pion blanc sur case noire f4 · Cavalier blanc sur case noire c3 · Fou blanc sur case noire e3 · Pion blanc sur case noire g3 · Pion blanc sur case blanche h3 · Tour noire sur case noire b2 · Pion blanc sur case blanche c2 · Fou blanc sur case blanche g2 · Dame blanche sur case blanche d1 · Tour blanche sur case blanche f1 · Roi blanc sur case noire g1 | Dame noire sur case noire d8 · Cavalier noir sur case blanche e8 · Tour noire sur case noire f8 · Roi noir sur case blanche g8 · Tour blanche sur case noire a7 · Pion noir sur case noire e7 · Pion noir sur case blanche f7 · Fou noir sur case noire g7 · Pion noir sur case blanche h7 · Fou noir sur case blanche c6 · Pion noir sur case noire d6 · Pion noir sur case blanche g6 · Pion blanc sur case blanche e4 · Pion blanc sur case noire f4 · Cavalier blanc sur case noire c3 · Fou blanc sur case noire e3 · Pion blanc sur case noire g3 · Pion blanc sur case blanche h3 · Tour noire sur case noire b2 · Pion blanc sur case blanche c2 · Fou blanc sur case blanche g2 · Dame blanche sur case blanche d1 · Tour blanche sur case blanche f1 · Roi blanc sur case noire g1 | Dame noire sur case noire d8 · Cavalier noir sur case blanche e8 · Tour noire sur case noire f8 · Roi noir sur case blanche g8 · Tour blanche sur case noire a7 · Pion noir sur case noire e7 · Pion noir sur case blanche f7 · Fou noir sur case noire g7 · Pion noir sur case blanche h7 · Fou noir sur case blanche c6 · Pion noir sur case noire d6 · Pion noir sur case blanche g6 · Pion blanc sur case blanche e4 · Pion blanc sur case noire f4 · Cavalier blanc sur case noire c3 · Fou blanc sur case noire e3 · Pion blanc sur case noire g3 · Pion blanc sur case blanche h3 · Tour noire sur case noire b2 · Pion blanc sur case blanche c2 · Fou blanc sur case blanche g2 · Dame blanche sur case blanche d1 · Tour blanche sur case blanche f1 · Roi blanc sur case noire g1 | 8 |
| 7 | Dame noire sur case noire d8 · Cavalier noir sur case blanche e8 · Tour noire sur case noire f8 · Roi noir sur case blanche g8 · Tour blanche sur case noire a7 · Pion noir sur case noire e7 · Pion noir sur case blanche f7 · Fou noir sur case noire g7 · Pion noir sur case blanche h7 · Fou noir sur case blanche c6 · Pion noir sur case noire d6 · Pion noir sur case blanche g6 · Pion blanc sur case blanche e4 · Pion blanc sur case noire f4 · Cavalier blanc sur case noire c3 · Fou blanc sur case noire e3 · Pion blanc sur case noire g3 · Pion blanc sur case blanche h3 · Tour noire sur case noire b2 · Pion blanc sur case blanche c2 · Fou blanc sur case blanche g2 · Dame blanche sur case blanche d1 · Tour blanche sur case blanche f1 · Roi blanc sur case noire g1 | Dame noire sur case noire d8 · Cavalier noir sur case blanche e8 · Tour noire sur case noire f8 · Roi noir sur case blanche g8 · Tour blanche sur case noire a7 · Pion noir sur case noire e7 · Pion noir sur case blanche f7 · Fou noir sur case noire g7 · Pion noir sur case blanche h7 · Fou noir sur case blanche c6 · Pion noir sur case noire d6 · Pion noir sur case blanche g6 · Pion blanc sur case blanche e4 · Pion blanc sur case noire f4 · Cavalier blanc sur case noire c3 · Fou blanc sur case noire e3 · Pion blanc sur case noire g3 · Pion blanc sur case blanche h3 · Tour noire sur case noire b2 · Pion blanc sur case blanche c2 · Fou blanc sur case blanche g2 · Dame blanche sur case blanche d1 · Tour blanche sur case blanche f1 · Roi blanc sur case noire g1 | Dame noire sur case noire d8 · Cavalier noir sur case blanche e8 · Tour noire sur case noire f8 · Roi noir sur case blanche g8 · Tour blanche sur case noire a7 · Pion noir sur case noire e7 · Pion noir sur case blanche f7 · Fou noir sur case noire g7 · Pion noir sur case blanche h7 · Fou noir sur case blanche c6 · Pion noir sur case noire d6 · Pion noir sur case blanche g6 · Pion blanc sur case blanche e4 · Pion blanc sur case noire f4 · Cavalier blanc sur case noire c3 · Fou blanc sur case noire e3 · Pion blanc sur case noire g3 · Pion blanc sur case blanche h3 · Tour noire sur case noire b2 · Pion blanc sur case blanche c2 · Fou blanc sur case blanche g2 · Dame blanche sur case blanche d1 · Tour blanche sur case blanche f1 · Roi blanc sur case noire g1 | Dame noire sur case noire d8 · Cavalier noir sur case blanche e8 · Tour noire sur case noire f8 · Roi noir sur case blanche g8 · Tour blanche sur case noire a7 · Pion noir sur case noire e7 · Pion noir sur case blanche f7 · Fou noir sur case noire g7 · Pion noir sur case blanche h7 · Fou noir sur case blanche c6 · Pion noir sur case noire d6 · Pion noir sur case blanche g6 · Pion blanc sur case blanche e4 · Pion blanc sur case noire f4 · Cavalier blanc sur case noire c3 · Fou blanc sur case noire e3 · Pion blanc sur case noire g3 · Pion blanc sur case blanche h3 · Tour noire sur case noire b2 · Pion blanc sur case blanche c2 · Fou blanc sur case blanche g2 · Dame blanche sur case blanche d1 · Tour blanche sur case blanche f1 · Roi blanc sur case noire g1 | Dame noire sur case noire d8 · Cavalier noir sur case blanche e8 · Tour noire sur case noire f8 · Roi noir sur case blanche g8 · Tour blanche sur case noire a7 · Pion noir sur case noire e7 · Pion noir sur case blanche f7 · Fou noir sur case noire g7 · Pion noir sur case blanche h7 · Fou noir sur case blanche c6 · Pion noir sur case noire d6 · Pion noir sur case blanche g6 · Pion blanc sur case blanche e4 · Pion blanc sur case noire f4 · Cavalier blanc sur case noire c3 · Fou blanc sur case noire e3 · Pion blanc sur case noire g3 · Pion blanc sur case blanche h3 · Tour noire sur case noire b2 · Pion blanc sur case blanche c2 · Fou blanc sur case blanche g2 · Dame blanche sur case blanche d1 · Tour blanche sur case blanche f1 · Roi blanc sur case noire g1 | Dame noire sur case noire d8 · Cavalier noir sur case blanche e8 · Tour noire sur case noire f8 · Roi noir sur case blanche g8 · Tour blanche sur case noire a7 · Pion noir sur case noire e7 · Pion noir sur case blanche f7 · Fou noir sur case noire g7 · Pion noir sur case blanche h7 · Fou noir sur case blanche c6 · Pion noir sur case noire d6 · Pion noir sur case blanche g6 · Pion blanc sur case blanche e4 · Pion blanc sur case noire f4 · Cavalier blanc sur case noire c3 · Fou blanc sur case noire e3 · Pion blanc sur case noire g3 · Pion blanc sur case blanche h3 · Tour noire sur case noire b2 · Pion blanc sur case blanche c2 · Fou blanc sur case blanche g2 · Dame blanche sur case blanche d1 · Tour blanche sur case blanche f1 · Roi blanc sur case noire g1 | Dame noire sur case noire d8 · Cavalier noir sur case blanche e8 · Tour noire sur case noire f8 · Roi noir sur case blanche g8 · Tour blanche sur case noire a7 · Pion noir sur case noire e7 · Pion noir sur case blanche f7 · Fou noir sur case noire g7 · Pion noir sur case blanche h7 · Fou noir sur case blanche c6 · Pion noir sur case noire d6 · Pion noir sur case blanche g6 · Pion blanc sur case blanche e4 · Pion blanc sur case noire f4 · Cavalier blanc sur case noire c3 · Fou blanc sur case noire e3 · Pion blanc sur case noire g3 · Pion blanc sur case blanche h3 · Tour noire sur case noire b2 · Pion blanc sur case blanche c2 · Fou blanc sur case blanche g2 · Dame blanche sur case blanche d1 · Tour blanche sur case blanche f1 · Roi blanc sur case noire g1 | Dame noire sur case noire d8 · Cavalier noir sur case blanche e8 · Tour noire sur case noire f8 · Roi noir sur case blanche g8 · Tour blanche sur case noire a7 · Pion noir sur case noire e7 · Pion noir sur case blanche f7 · Fou noir sur case noire g7 · Pion noir sur case blanche h7 · Fou noir sur case blanche c6 · Pion noir sur case noire d6 · Pion noir sur case blanche g6 · Pion blanc sur case blanche e4 · Pion blanc sur case noire f4 · Cavalier blanc sur case noire c3 · Fou blanc sur case noire e3 · Pion blanc sur case noire g3 · Pion blanc sur case blanche h3 · Tour noire sur case noire b2 · Pion blanc sur case blanche c2 · Fou blanc sur case blanche g2 · Dame blanche sur case blanche d1 · Tour blanche sur case blanche f1 · Roi blanc sur case noire g1 | 7 |
| 6 | Dame noire sur case noire d8 · Cavalier noir sur case blanche e8 · Tour noire sur case noire f8 · Roi noir sur case blanche g8 · Tour blanche sur case noire a7 · Pion noir sur case noire e7 · Pion noir sur case blanche f7 · Fou noir sur case noire g7 · Pion noir sur case blanche h7 · Fou noir sur case blanche c6 · Pion noir sur case noire d6 · Pion noir sur case blanche g6 · Pion blanc sur case blanche e4 · Pion blanc sur case noire f4 · Cavalier blanc sur case noire c3 · Fou blanc sur case noire e3 · Pion blanc sur case noire g3 · Pion blanc sur case blanche h3 · Tour noire sur case noire b2 · Pion blanc sur case blanche c2 · Fou blanc sur case blanche g2 · Dame blanche sur case blanche d1 · Tour blanche sur case blanche f1 · Roi blanc sur case noire g1 | Dame noire sur case noire d8 · Cavalier noir sur case blanche e8 · Tour noire sur case noire f8 · Roi noir sur case blanche g8 · Tour blanche sur case noire a7 · Pion noir sur case noire e7 · Pion noir sur case blanche f7 · Fou noir sur case noire g7 · Pion noir sur case blanche h7 · Fou noir sur case blanche c6 · Pion noir sur case noire d6 · Pion noir sur case blanche g6 · Pion blanc sur case blanche e4 · Pion blanc sur case noire f4 · Cavalier blanc sur case noire c3 · Fou blanc sur case noire e3 · Pion blanc sur case noire g3 · Pion blanc sur case blanche h3 · Tour noire sur case noire b2 · Pion blanc sur case blanche c2 · Fou blanc sur case blanche g2 · Dame blanche sur case blanche d1 · Tour blanche sur case blanche f1 · Roi blanc sur case noire g1 | Dame noire sur case noire d8 · Cavalier noir sur case blanche e8 · Tour noire sur case noire f8 · Roi noir sur case blanche g8 · Tour blanche sur case noire a7 · Pion noir sur case noire e7 · Pion noir sur case blanche f7 · Fou noir sur case noire g7 · Pion noir sur case blanche h7 · Fou noir sur case blanche c6 · Pion noir sur case noire d6 · Pion noir sur case blanche g6 · Pion blanc sur case blanche e4 · Pion blanc sur case noire f4 · Cavalier blanc sur case noire c3 · Fou blanc sur case noire e3 · Pion blanc sur case noire g3 · Pion blanc sur case blanche h3 · Tour noire sur case noire b2 · Pion blanc sur case blanche c2 · Fou blanc sur case blanche g2 · Dame blanche sur case blanche d1 · Tour blanche sur case blanche f1 · Roi blanc sur case noire g1 | Dame noire sur case noire d8 · Cavalier noir sur case blanche e8 · Tour noire sur case noire f8 · Roi noir sur case blanche g8 · Tour blanche sur case noire a7 · Pion noir sur case noire e7 · Pion noir sur case blanche f7 · Fou noir sur case noire g7 · Pion noir sur case blanche h7 · Fou noir sur case blanche c6 · Pion noir sur case noire d6 · Pion noir sur case blanche g6 · Pion blanc sur case blanche e4 · Pion blanc sur case noire f4 · Cavalier blanc sur case noire c3 · Fou blanc sur case noire e3 · Pion blanc sur case noire g3 · Pion blanc sur case blanche h3 · Tour noire sur case noire b2 · Pion blanc sur case blanche c2 · Fou blanc sur case blanche g2 · Dame blanche sur case blanche d1 · Tour blanche sur case blanche f1 · Roi blanc sur case noire g1 | Dame noire sur case noire d8 · Cavalier noir sur case blanche e8 · Tour noire sur case noire f8 · Roi noir sur case blanche g8 · Tour blanche sur case noire a7 · Pion noir sur case noire e7 · Pion noir sur case blanche f7 · Fou noir sur case noire g7 · Pion noir sur case blanche h7 · Fou noir sur case blanche c6 · Pion noir sur case noire d6 · Pion noir sur case blanche g6 · Pion blanc sur case blanche e4 · Pion blanc sur case noire f4 · Cavalier blanc sur case noire c3 · Fou blanc sur case noire e3 · Pion blanc sur case noire g3 · Pion blanc sur case blanche h3 · Tour noire sur case noire b2 · Pion blanc sur case blanche c2 · Fou blanc sur case blanche g2 · Dame blanche sur case blanche d1 · Tour blanche sur case blanche f1 · Roi blanc sur case noire g1 | Dame noire sur case noire d8 · Cavalier noir sur case blanche e8 · Tour noire sur case noire f8 · Roi noir sur case blanche g8 · Tour blanche sur case noire a7 · Pion noir sur case noire e7 · Pion noir sur case blanche f7 · Fou noir sur case noire g7 · Pion noir sur case blanche h7 · Fou noir sur case blanche c6 · Pion noir sur case noire d6 · Pion noir sur case blanche g6 · Pion blanc sur case blanche e4 · Pion blanc sur case noire f4 · Cavalier blanc sur case noire c3 · Fou blanc sur case noire e3 · Pion blanc sur case noire g3 · Pion blanc sur case blanche h3 · Tour noire sur case noire b2 · Pion blanc sur case blanche c2 · Fou blanc sur case blanche g2 · Dame blanche sur case blanche d1 · Tour blanche sur case blanche f1 · Roi blanc sur case noire g1 | Dame noire sur case noire d8 · Cavalier noir sur case blanche e8 · Tour noire sur case noire f8 · Roi noir sur case blanche g8 · Tour blanche sur case noire a7 · Pion noir sur case noire e7 · Pion noir sur case blanche f7 · Fou noir sur case noire g7 · Pion noir sur case blanche h7 · Fou noir sur case blanche c6 · Pion noir sur case noire d6 · Pion noir sur case blanche g6 · Pion blanc sur case blanche e4 · Pion blanc sur case noire f4 · Cavalier blanc sur case noire c3 · Fou blanc sur case noire e3 · Pion blanc sur case noire g3 · Pion blanc sur case blanche h3 · Tour noire sur case noire b2 · Pion blanc sur case blanche c2 · Fou blanc sur case blanche g2 · Dame blanche sur case blanche d1 · Tour blanche sur case blanche f1 · Roi blanc sur case noire g1 | Dame noire sur case noire d8 · Cavalier noir sur case blanche e8 · Tour noire sur case noire f8 · Roi noir sur case blanche g8 · Tour blanche sur case noire a7 · Pion noir sur case noire e7 · Pion noir sur case blanche f7 · Fou noir sur case noire g7 · Pion noir sur case blanche h7 · Fou noir sur case blanche c6 · Pion noir sur case noire d6 · Pion noir sur case blanche g6 · Pion blanc sur case blanche e4 · Pion blanc sur case noire f4 · Cavalier blanc sur case noire c3 · Fou blanc sur case noire e3 · Pion blanc sur case noire g3 · Pion blanc sur case blanche h3 · Tour noire sur case noire b2 · Pion blanc sur case blanche c2 · Fou blanc sur case blanche g2 · Dame blanche sur case blanche d1 · Tour blanche sur case blanche f1 · Roi blanc sur case noire g1 | 6 |
| 5 | Dame noire sur case noire d8 · Cavalier noir sur case blanche e8 · Tour noire sur case noire f8 · Roi noir sur case blanche g8 · Tour blanche sur case noire a7 · Pion noir sur case noire e7 · Pion noir sur case blanche f7 · Fou noir sur case noire g7 · Pion noir sur case blanche h7 · Fou noir sur case blanche c6 · Pion noir sur case noire d6 · Pion noir sur case blanche g6 · Pion blanc sur case blanche e4 · Pion blanc sur case noire f4 · Cavalier blanc sur case noire c3 · Fou blanc sur case noire e3 · Pion blanc sur case noire g3 · Pion blanc sur case blanche h3 · Tour noire sur case noire b2 · Pion blanc sur case blanche c2 · Fou blanc sur case blanche g2 · Dame blanche sur case blanche d1 · Tour blanche sur case blanche f1 · Roi blanc sur case noire g1 | Dame noire sur case noire d8 · Cavalier noir sur case blanche e8 · Tour noire sur case noire f8 · Roi noir sur case blanche g8 · Tour blanche sur case noire a7 · Pion noir sur case noire e7 · Pion noir sur case blanche f7 · Fou noir sur case noire g7 · Pion noir sur case blanche h7 · Fou noir sur case blanche c6 · Pion noir sur case noire d6 · Pion noir sur case blanche g6 · Pion blanc sur case blanche e4 · Pion blanc sur case noire f4 · Cavalier blanc sur case noire c3 · Fou blanc sur case noire e3 · Pion blanc sur case noire g3 · Pion blanc sur case blanche h3 · Tour noire sur case noire b2 · Pion blanc sur case blanche c2 · Fou blanc sur case blanche g2 · Dame blanche sur case blanche d1 · Tour blanche sur case blanche f1 · Roi blanc sur case noire g1 | Dame noire sur case noire d8 · Cavalier noir sur case blanche e8 · Tour noire sur case noire f8 · Roi noir sur case blanche g8 · Tour blanche sur case noire a7 · Pion noir sur case noire e7 · Pion noir sur case blanche f7 · Fou noir sur case noire g7 · Pion noir sur case blanche h7 · Fou noir sur case blanche c6 · Pion noir sur case noire d6 · Pion noir sur case blanche g6 · Pion blanc sur case blanche e4 · Pion blanc sur case noire f4 · Cavalier blanc sur case noire c3 · Fou blanc sur case noire e3 · Pion blanc sur case noire g3 · Pion blanc sur case blanche h3 · Tour noire sur case noire b2 · Pion blanc sur case blanche c2 · Fou blanc sur case blanche g2 · Dame blanche sur case blanche d1 · Tour blanche sur case blanche f1 · Roi blanc sur case noire g1 | Dame noire sur case noire d8 · Cavalier noir sur case blanche e8 · Tour noire sur case noire f8 · Roi noir sur case blanche g8 · Tour blanche sur case noire a7 · Pion noir sur case noire e7 · Pion noir sur case blanche f7 · Fou noir sur case noire g7 · Pion noir sur case blanche h7 · Fou noir sur case blanche c6 · Pion noir sur case noire d6 · Pion noir sur case blanche g6 · Pion blanc sur case blanche e4 · Pion blanc sur case noire f4 · Cavalier blanc sur case noire c3 · Fou blanc sur case noire e3 · Pion blanc sur case noire g3 · Pion blanc sur case blanche h3 · Tour noire sur case noire b2 · Pion blanc sur case blanche c2 · Fou blanc sur case blanche g2 · Dame blanche sur case blanche d1 · Tour blanche sur case blanche f1 · Roi blanc sur case noire g1 | Dame noire sur case noire d8 · Cavalier noir sur case blanche e8 · Tour noire sur case noire f8 · Roi noir sur case blanche g8 · Tour blanche sur case noire a7 · Pion noir sur case noire e7 · Pion noir sur case blanche f7 · Fou noir sur case noire g7 · Pion noir sur case blanche h7 · Fou noir sur case blanche c6 · Pion noir sur case noire d6 · Pion noir sur case blanche g6 · Pion blanc sur case blanche e4 · Pion blanc sur case noire f4 · Cavalier blanc sur case noire c3 · Fou blanc sur case noire e3 · Pion blanc sur case noire g3 · Pion blanc sur case blanche h3 · Tour noire sur case noire b2 · Pion blanc sur case blanche c2 · Fou blanc sur case blanche g2 · Dame blanche sur case blanche d1 · Tour blanche sur case blanche f1 · Roi blanc sur case noire g1 | Dame noire sur case noire d8 · Cavalier noir sur case blanche e8 · Tour noire sur case noire f8 · Roi noir sur case blanche g8 · Tour blanche sur case noire a7 · Pion noir sur case noire e7 · Pion noir sur case blanche f7 · Fou noir sur case noire g7 · Pion noir sur case blanche h7 · Fou noir sur case blanche c6 · Pion noir sur case noire d6 · Pion noir sur case blanche g6 · Pion blanc sur case blanche e4 · Pion blanc sur case noire f4 · Cavalier blanc sur case noire c3 · Fou blanc sur case noire e3 · Pion blanc sur case noire g3 · Pion blanc sur case blanche h3 · Tour noire sur case noire b2 · Pion blanc sur case blanche c2 · Fou blanc sur case blanche g2 · Dame blanche sur case blanche d1 · Tour blanche sur case blanche f1 · Roi blanc sur case noire g1 | Dame noire sur case noire d8 · Cavalier noir sur case blanche e8 · Tour noire sur case noire f8 · Roi noir sur case blanche g8 · Tour blanche sur case noire a7 · Pion noir sur case noire e7 · Pion noir sur case blanche f7 · Fou noir sur case noire g7 · Pion noir sur case blanche h7 · Fou noir sur case blanche c6 · Pion noir sur case noire d6 · Pion noir sur case blanche g6 · Pion blanc sur case blanche e4 · Pion blanc sur case noire f4 · Cavalier blanc sur case noire c3 · Fou blanc sur case noire e3 · Pion blanc sur case noire g3 · Pion blanc sur case blanche h3 · Tour noire sur case noire b2 · Pion blanc sur case blanche c2 · Fou blanc sur case blanche g2 · Dame blanche sur case blanche d1 · Tour blanche sur case blanche f1 · Roi blanc sur case noire g1 | Dame noire sur case noire d8 · Cavalier noir sur case blanche e8 · Tour noire sur case noire f8 · Roi noir sur case blanche g8 · Tour blanche sur case noire a7 · Pion noir sur case noire e7 · Pion noir sur case blanche f7 · Fou noir sur case noire g7 · Pion noir sur case blanche h7 · Fou noir sur case blanche c6 · Pion noir sur case noire d6 · Pion noir sur case blanche g6 · Pion blanc sur case blanche e4 · Pion blanc sur case noire f4 · Cavalier blanc sur case noire c3 · Fou blanc sur case noire e3 · Pion blanc sur case noire g3 · Pion blanc sur case blanche h3 · Tour noire sur case noire b2 · Pion blanc sur case blanche c2 · Fou blanc sur case blanche g2 · Dame blanche sur case blanche d1 · Tour blanche sur case blanche f1 · Roi blanc sur case noire g1 | 5 |
| 4 | Dame noire sur case noire d8 · Cavalier noir sur case blanche e8 · Tour noire sur case noire f8 · Roi noir sur case blanche g8 · Tour blanche sur case noire a7 · Pion noir sur case noire e7 · Pion noir sur case blanche f7 · Fou noir sur case noire g7 · Pion noir sur case blanche h7 · Fou noir sur case blanche c6 · Pion noir sur case noire d6 · Pion noir sur case blanche g6 · Pion blanc sur case blanche e4 · Pion blanc sur case noire f4 · Cavalier blanc sur case noire c3 · Fou blanc sur case noire e3 · Pion blanc sur case noire g3 · Pion blanc sur case blanche h3 · Tour noire sur case noire b2 · Pion blanc sur case blanche c2 · Fou blanc sur case blanche g2 · Dame blanche sur case blanche d1 · Tour blanche sur case blanche f1 · Roi blanc sur case noire g1 | Dame noire sur case noire d8 · Cavalier noir sur case blanche e8 · Tour noire sur case noire f8 · Roi noir sur case blanche g8 · Tour blanche sur case noire a7 · Pion noir sur case noire e7 · Pion noir sur case blanche f7 · Fou noir sur case noire g7 · Pion noir sur case blanche h7 · Fou noir sur case blanche c6 · Pion noir sur case noire d6 · Pion noir sur case blanche g6 · Pion blanc sur case blanche e4 · Pion blanc sur case noire f4 · Cavalier blanc sur case noire c3 · Fou blanc sur case noire e3 · Pion blanc sur case noire g3 · Pion blanc sur case blanche h3 · Tour noire sur case noire b2 · Pion blanc sur case blanche c2 · Fou blanc sur case blanche g2 · Dame blanche sur case blanche d1 · Tour blanche sur case blanche f1 · Roi blanc sur case noire g1 | Dame noire sur case noire d8 · Cavalier noir sur case blanche e8 · Tour noire sur case noire f8 · Roi noir sur case blanche g8 · Tour blanche sur case noire a7 · Pion noir sur case noire e7 · Pion noir sur case blanche f7 · Fou noir sur case noire g7 · Pion noir sur case blanche h7 · Fou noir sur case blanche c6 · Pion noir sur case noire d6 · Pion noir sur case blanche g6 · Pion blanc sur case blanche e4 · Pion blanc sur case noire f4 · Cavalier blanc sur case noire c3 · Fou blanc sur case noire e3 · Pion blanc sur case noire g3 · Pion blanc sur case blanche h3 · Tour noire sur case noire b2 · Pion blanc sur case blanche c2 · Fou blanc sur case blanche g2 · Dame blanche sur case blanche d1 · Tour blanche sur case blanche f1 · Roi blanc sur case noire g1 | Dame noire sur case noire d8 · Cavalier noir sur case blanche e8 · Tour noire sur case noire f8 · Roi noir sur case blanche g8 · Tour blanche sur case noire a7 · Pion noir sur case noire e7 · Pion noir sur case blanche f7 · Fou noir sur case noire g7 · Pion noir sur case blanche h7 · Fou noir sur case blanche c6 · Pion noir sur case noire d6 · Pion noir sur case blanche g6 · Pion blanc sur case blanche e4 · Pion blanc sur case noire f4 · Cavalier blanc sur case noire c3 · Fou blanc sur case noire e3 · Pion blanc sur case noire g3 · Pion blanc sur case blanche h3 · Tour noire sur case noire b2 · Pion blanc sur case blanche c2 · Fou blanc sur case blanche g2 · Dame blanche sur case blanche d1 · Tour blanche sur case blanche f1 · Roi blanc sur case noire g1 | Dame noire sur case noire d8 · Cavalier noir sur case blanche e8 · Tour noire sur case noire f8 · Roi noir sur case blanche g8 · Tour blanche sur case noire a7 · Pion noir sur case noire e7 · Pion noir sur case blanche f7 · Fou noir sur case noire g7 · Pion noir sur case blanche h7 · Fou noir sur case blanche c6 · Pion noir sur case noire d6 · Pion noir sur case blanche g6 · Pion blanc sur case blanche e4 · Pion blanc sur case noire f4 · Cavalier blanc sur case noire c3 · Fou blanc sur case noire e3 · Pion blanc sur case noire g3 · Pion blanc sur case blanche h3 · Tour noire sur case noire b2 · Pion blanc sur case blanche c2 · Fou blanc sur case blanche g2 · Dame blanche sur case blanche d1 · Tour blanche sur case blanche f1 · Roi blanc sur case noire g1 | Dame noire sur case noire d8 · Cavalier noir sur case blanche e8 · Tour noire sur case noire f8 · Roi noir sur case blanche g8 · Tour blanche sur case noire a7 · Pion noir sur case noire e7 · Pion noir sur case blanche f7 · Fou noir sur case noire g7 · Pion noir sur case blanche h7 · Fou noir sur case blanche c6 · Pion noir sur case noire d6 · Pion noir sur case blanche g6 · Pion blanc sur case blanche e4 · Pion blanc sur case noire f4 · Cavalier blanc sur case noire c3 · Fou blanc sur case noire e3 · Pion blanc sur case noire g3 · Pion blanc sur case blanche h3 · Tour noire sur case noire b2 · Pion blanc sur case blanche c2 · Fou blanc sur case blanche g2 · Dame blanche sur case blanche d1 · Tour blanche sur case blanche f1 · Roi blanc sur case noire g1 | Dame noire sur case noire d8 · Cavalier noir sur case blanche e8 · Tour noire sur case noire f8 · Roi noir sur case blanche g8 · Tour blanche sur case noire a7 · Pion noir sur case noire e7 · Pion noir sur case blanche f7 · Fou noir sur case noire g7 · Pion noir sur case blanche h7 · Fou noir sur case blanche c6 · Pion noir sur case noire d6 · Pion noir sur case blanche g6 · Pion blanc sur case blanche e4 · Pion blanc sur case noire f4 · Cavalier blanc sur case noire c3 · Fou blanc sur case noire e3 · Pion blanc sur case noire g3 · Pion blanc sur case blanche h3 · Tour noire sur case noire b2 · Pion blanc sur case blanche c2 · Fou blanc sur case blanche g2 · Dame blanche sur case blanche d1 · Tour blanche sur case blanche f1 · Roi blanc sur case noire g1 | Dame noire sur case noire d8 · Cavalier noir sur case blanche e8 · Tour noire sur case noire f8 · Roi noir sur case blanche g8 · Tour blanche sur case noire a7 · Pion noir sur case noire e7 · Pion noir sur case blanche f7 · Fou noir sur case noire g7 · Pion noir sur case blanche h7 · Fou noir sur case blanche c6 · Pion noir sur case noire d6 · Pion noir sur case blanche g6 · Pion blanc sur case blanche e4 · Pion blanc sur case noire f4 · Cavalier blanc sur case noire c3 · Fou blanc sur case noire e3 · Pion blanc sur case noire g3 · Pion blanc sur case blanche h3 · Tour noire sur case noire b2 · Pion blanc sur case blanche c2 · Fou blanc sur case blanche g2 · Dame blanche sur case blanche d1 · Tour blanche sur case blanche f1 · Roi blanc sur case noire g1 | 4 |
| 3 | Dame noire sur case noire d8 · Cavalier noir sur case blanche e8 · Tour noire sur case noire f8 · Roi noir sur case blanche g8 · Tour blanche sur case noire a7 · Pion noir sur case noire e7 · Pion noir sur case blanche f7 · Fou noir sur case noire g7 · Pion noir sur case blanche h7 · Fou noir sur case blanche c6 · Pion noir sur case noire d6 · Pion noir sur case blanche g6 · Pion blanc sur case blanche e4 · Pion blanc sur case noire f4 · Cavalier blanc sur case noire c3 · Fou blanc sur case noire e3 · Pion blanc sur case noire g3 · Pion blanc sur case blanche h3 · Tour noire sur case noire b2 · Pion blanc sur case blanche c2 · Fou blanc sur case blanche g2 · Dame blanche sur case blanche d1 · Tour blanche sur case blanche f1 · Roi blanc sur case noire g1 | Dame noire sur case noire d8 · Cavalier noir sur case blanche e8 · Tour noire sur case noire f8 · Roi noir sur case blanche g8 · Tour blanche sur case noire a7 · Pion noir sur case noire e7 · Pion noir sur case blanche f7 · Fou noir sur case noire g7 · Pion noir sur case blanche h7 · Fou noir sur case blanche c6 · Pion noir sur case noire d6 · Pion noir sur case blanche g6 · Pion blanc sur case blanche e4 · Pion blanc sur case noire f4 · Cavalier blanc sur case noire c3 · Fou blanc sur case noire e3 · Pion blanc sur case noire g3 · Pion blanc sur case blanche h3 · Tour noire sur case noire b2 · Pion blanc sur case blanche c2 · Fou blanc sur case blanche g2 · Dame blanche sur case blanche d1 · Tour blanche sur case blanche f1 · Roi blanc sur case noire g1 | Dame noire sur case noire d8 · Cavalier noir sur case blanche e8 · Tour noire sur case noire f8 · Roi noir sur case blanche g8 · Tour blanche sur case noire a7 · Pion noir sur case noire e7 · Pion noir sur case blanche f7 · Fou noir sur case noire g7 · Pion noir sur case blanche h7 · Fou noir sur case blanche c6 · Pion noir sur case noire d6 · Pion noir sur case blanche g6 · Pion blanc sur case blanche e4 · Pion blanc sur case noire f4 · Cavalier blanc sur case noire c3 · Fou blanc sur case noire e3 · Pion blanc sur case noire g3 · Pion blanc sur case blanche h3 · Tour noire sur case noire b2 · Pion blanc sur case blanche c2 · Fou blanc sur case blanche g2 · Dame blanche sur case blanche d1 · Tour blanche sur case blanche f1 · Roi blanc sur case noire g1 | Dame noire sur case noire d8 · Cavalier noir sur case blanche e8 · Tour noire sur case noire f8 · Roi noir sur case blanche g8 · Tour blanche sur case noire a7 · Pion noir sur case noire e7 · Pion noir sur case blanche f7 · Fou noir sur case noire g7 · Pion noir sur case blanche h7 · Fou noir sur case blanche c6 · Pion noir sur case noire d6 · Pion noir sur case blanche g6 · Pion blanc sur case blanche e4 · Pion blanc sur case noire f4 · Cavalier blanc sur case noire c3 · Fou blanc sur case noire e3 · Pion blanc sur case noire g3 · Pion blanc sur case blanche h3 · Tour noire sur case noire b2 · Pion blanc sur case blanche c2 · Fou blanc sur case blanche g2 · Dame blanche sur case blanche d1 · Tour blanche sur case blanche f1 · Roi blanc sur case noire g1 | Dame noire sur case noire d8 · Cavalier noir sur case blanche e8 · Tour noire sur case noire f8 · Roi noir sur case blanche g8 · Tour blanche sur case noire a7 · Pion noir sur case noire e7 · Pion noir sur case blanche f7 · Fou noir sur case noire g7 · Pion noir sur case blanche h7 · Fou noir sur case blanche c6 · Pion noir sur case noire d6 · Pion noir sur case blanche g6 · Pion blanc sur case blanche e4 · Pion blanc sur case noire f4 · Cavalier blanc sur case noire c3 · Fou blanc sur case noire e3 · Pion blanc sur case noire g3 · Pion blanc sur case blanche h3 · Tour noire sur case noire b2 · Pion blanc sur case blanche c2 · Fou blanc sur case blanche g2 · Dame blanche sur case blanche d1 · Tour blanche sur case blanche f1 · Roi blanc sur case noire g1 | Dame noire sur case noire d8 · Cavalier noir sur case blanche e8 · Tour noire sur case noire f8 · Roi noir sur case blanche g8 · Tour blanche sur case noire a7 · Pion noir sur case noire e7 · Pion noir sur case blanche f7 · Fou noir sur case noire g7 · Pion noir sur case blanche h7 · Fou noir sur case blanche c6 · Pion noir sur case noire d6 · Pion noir sur case blanche g6 · Pion blanc sur case blanche e4 · Pion blanc sur case noire f4 · Cavalier blanc sur case noire c3 · Fou blanc sur case noire e3 · Pion blanc sur case noire g3 · Pion blanc sur case blanche h3 · Tour noire sur case noire b2 · Pion blanc sur case blanche c2 · Fou blanc sur case blanche g2 · Dame blanche sur case blanche d1 · Tour blanche sur case blanche f1 · Roi blanc sur case noire g1 | Dame noire sur case noire d8 · Cavalier noir sur case blanche e8 · Tour noire sur case noire f8 · Roi noir sur case blanche g8 · Tour blanche sur case noire a7 · Pion noir sur case noire e7 · Pion noir sur case blanche f7 · Fou noir sur case noire g7 · Pion noir sur case blanche h7 · Fou noir sur case blanche c6 · Pion noir sur case noire d6 · Pion noir sur case blanche g6 · Pion blanc sur case blanche e4 · Pion blanc sur case noire f4 · Cavalier blanc sur case noire c3 · Fou blanc sur case noire e3 · Pion blanc sur case noire g3 · Pion blanc sur case blanche h3 · Tour noire sur case noire b2 · Pion blanc sur case blanche c2 · Fou blanc sur case blanche g2 · Dame blanche sur case blanche d1 · Tour blanche sur case blanche f1 · Roi blanc sur case noire g1 | Dame noire sur case noire d8 · Cavalier noir sur case blanche e8 · Tour noire sur case noire f8 · Roi noir sur case blanche g8 · Tour blanche sur case noire a7 · Pion noir sur case noire e7 · Pion noir sur case blanche f7 · Fou noir sur case noire g7 · Pion noir sur case blanche h7 · Fou noir sur case blanche c6 · Pion noir sur case noire d6 · Pion noir sur case blanche g6 · Pion blanc sur case blanche e4 · Pion blanc sur case noire f4 · Cavalier blanc sur case noire c3 · Fou blanc sur case noire e3 · Pion blanc sur case noire g3 · Pion blanc sur case blanche h3 · Tour noire sur case noire b2 · Pion blanc sur case blanche c2 · Fou blanc sur case blanche g2 · Dame blanche sur case blanche d1 · Tour blanche sur case blanche f1 · Roi blanc sur case noire g1 | 3 |
| 2 | Dame noire sur case noire d8 · Cavalier noir sur case blanche e8 · Tour noire sur case noire f8 · Roi noir sur case blanche g8 · Tour blanche sur case noire a7 · Pion noir sur case noire e7 · Pion noir sur case blanche f7 · Fou noir sur case noire g7 · Pion noir sur case blanche h7 · Fou noir sur case blanche c6 · Pion noir sur case noire d6 · Pion noir sur case blanche g6 · Pion blanc sur case blanche e4 · Pion blanc sur case noire f4 · Cavalier blanc sur case noire c3 · Fou blanc sur case noire e3 · Pion blanc sur case noire g3 · Pion blanc sur case blanche h3 · Tour noire sur case noire b2 · Pion blanc sur case blanche c2 · Fou blanc sur case blanche g2 · Dame blanche sur case blanche d1 · Tour blanche sur case blanche f1 · Roi blanc sur case noire g1 | Dame noire sur case noire d8 · Cavalier noir sur case blanche e8 · Tour noire sur case noire f8 · Roi noir sur case blanche g8 · Tour blanche sur case noire a7 · Pion noir sur case noire e7 · Pion noir sur case blanche f7 · Fou noir sur case noire g7 · Pion noir sur case blanche h7 · Fou noir sur case blanche c6 · Pion noir sur case noire d6 · Pion noir sur case blanche g6 · Pion blanc sur case blanche e4 · Pion blanc sur case noire f4 · Cavalier blanc sur case noire c3 · Fou blanc sur case noire e3 · Pion blanc sur case noire g3 · Pion blanc sur case blanche h3 · Tour noire sur case noire b2 · Pion blanc sur case blanche c2 · Fou blanc sur case blanche g2 · Dame blanche sur case blanche d1 · Tour blanche sur case blanche f1 · Roi blanc sur case noire g1 | Dame noire sur case noire d8 · Cavalier noir sur case blanche e8 · Tour noire sur case noire f8 · Roi noir sur case blanche g8 · Tour blanche sur case noire a7 · Pion noir sur case noire e7 · Pion noir sur case blanche f7 · Fou noir sur case noire g7 · Pion noir sur case blanche h7 · Fou noir sur case blanche c6 · Pion noir sur case noire d6 · Pion noir sur case blanche g6 · Pion blanc sur case blanche e4 · Pion blanc sur case noire f4 · Cavalier blanc sur case noire c3 · Fou blanc sur case noire e3 · Pion blanc sur case noire g3 · Pion blanc sur case blanche h3 · Tour noire sur case noire b2 · Pion blanc sur case blanche c2 · Fou blanc sur case blanche g2 · Dame blanche sur case blanche d1 · Tour blanche sur case blanche f1 · Roi blanc sur case noire g1 | Dame noire sur case noire d8 · Cavalier noir sur case blanche e8 · Tour noire sur case noire f8 · Roi noir sur case blanche g8 · Tour blanche sur case noire a7 · Pion noir sur case noire e7 · Pion noir sur case blanche f7 · Fou noir sur case noire g7 · Pion noir sur case blanche h7 · Fou noir sur case blanche c6 · Pion noir sur case noire d6 · Pion noir sur case blanche g6 · Pion blanc sur case blanche e4 · Pion blanc sur case noire f4 · Cavalier blanc sur case noire c3 · Fou blanc sur case noire e3 · Pion blanc sur case noire g3 · Pion blanc sur case blanche h3 · Tour noire sur case noire b2 · Pion blanc sur case blanche c2 · Fou blanc sur case blanche g2 · Dame blanche sur case blanche d1 · Tour blanche sur case blanche f1 · Roi blanc sur case noire g1 | Dame noire sur case noire d8 · Cavalier noir sur case blanche e8 · Tour noire sur case noire f8 · Roi noir sur case blanche g8 · Tour blanche sur case noire a7 · Pion noir sur case noire e7 · Pion noir sur case blanche f7 · Fou noir sur case noire g7 · Pion noir sur case blanche h7 · Fou noir sur case blanche c6 · Pion noir sur case noire d6 · Pion noir sur case blanche g6 · Pion blanc sur case blanche e4 · Pion blanc sur case noire f4 · Cavalier blanc sur case noire c3 · Fou blanc sur case noire e3 · Pion blanc sur case noire g3 · Pion blanc sur case blanche h3 · Tour noire sur case noire b2 · Pion blanc sur case blanche c2 · Fou blanc sur case blanche g2 · Dame blanche sur case blanche d1 · Tour blanche sur case blanche f1 · Roi blanc sur case noire g1 | Dame noire sur case noire d8 · Cavalier noir sur case blanche e8 · Tour noire sur case noire f8 · Roi noir sur case blanche g8 · Tour blanche sur case noire a7 · Pion noir sur case noire e7 · Pion noir sur case blanche f7 · Fou noir sur case noire g7 · Pion noir sur case blanche h7 · Fou noir sur case blanche c6 · Pion noir sur case noire d6 · Pion noir sur case blanche g6 · Pion blanc sur case blanche e4 · Pion blanc sur case noire f4 · Cavalier blanc sur case noire c3 · Fou blanc sur case noire e3 · Pion blanc sur case noire g3 · Pion blanc sur case blanche h3 · Tour noire sur case noire b2 · Pion blanc sur case blanche c2 · Fou blanc sur case blanche g2 · Dame blanche sur case blanche d1 · Tour blanche sur case blanche f1 · Roi blanc sur case noire g1 | Dame noire sur case noire d8 · Cavalier noir sur case blanche e8 · Tour noire sur case noire f8 · Roi noir sur case blanche g8 · Tour blanche sur case noire a7 · Pion noir sur case noire e7 · Pion noir sur case blanche f7 · Fou noir sur case noire g7 · Pion noir sur case blanche h7 · Fou noir sur case blanche c6 · Pion noir sur case noire d6 · Pion noir sur case blanche g6 · Pion blanc sur case blanche e4 · Pion blanc sur case noire f4 · Cavalier blanc sur case noire c3 · Fou blanc sur case noire e3 · Pion blanc sur case noire g3 · Pion blanc sur case blanche h3 · Tour noire sur case noire b2 · Pion blanc sur case blanche c2 · Fou blanc sur case blanche g2 · Dame blanche sur case blanche d1 · Tour blanche sur case blanche f1 · Roi blanc sur case noire g1 | Dame noire sur case noire d8 · Cavalier noir sur case blanche e8 · Tour noire sur case noire f8 · Roi noir sur case blanche g8 · Tour blanche sur case noire a7 · Pion noir sur case noire e7 · Pion noir sur case blanche f7 · Fou noir sur case noire g7 · Pion noir sur case blanche h7 · Fou noir sur case blanche c6 · Pion noir sur case noire d6 · Pion noir sur case blanche g6 · Pion blanc sur case blanche e4 · Pion blanc sur case noire f4 · Cavalier blanc sur case noire c3 · Fou blanc sur case noire e3 · Pion blanc sur case noire g3 · Pion blanc sur case blanche h3 · Tour noire sur case noire b2 · Pion blanc sur case blanche c2 · Fou blanc sur case blanche g2 · Dame blanche sur case blanche d1 · Tour blanche sur case blanche f1 · Roi blanc sur case noire g1 | 2 |
| 1 | Dame noire sur case noire d8 · Cavalier noir sur case blanche e8 · Tour noire sur case noire f8 · Roi noir sur case blanche g8 · Tour blanche sur case noire a7 · Pion noir sur case noire e7 · Pion noir sur case blanche f7 · Fou noir sur case noire g7 · Pion noir sur case blanche h7 · Fou noir sur case blanche c6 · Pion noir sur case noire d6 · Pion noir sur case blanche g6 · Pion blanc sur case blanche e4 · Pion blanc sur case noire f4 · Cavalier blanc sur case noire c3 · Fou blanc sur case noire e3 · Pion blanc sur case noire g3 · Pion blanc sur case blanche h3 · Tour noire sur case noire b2 · Pion blanc sur case blanche c2 · Fou blanc sur case blanche g2 · Dame blanche sur case blanche d1 · Tour blanche sur case blanche f1 · Roi blanc sur case noire g1 | Dame noire sur case noire d8 · Cavalier noir sur case blanche e8 · Tour noire sur case noire f8 · Roi noir sur case blanche g8 · Tour blanche sur case noire a7 · Pion noir sur case noire e7 · Pion noir sur case blanche f7 · Fou noir sur case noire g7 · Pion noir sur case blanche h7 · Fou noir sur case blanche c6 · Pion noir sur case noire d6 · Pion noir sur case blanche g6 · Pion blanc sur case blanche e4 · Pion blanc sur case noire f4 · Cavalier blanc sur case noire c3 · Fou blanc sur case noire e3 · Pion blanc sur case noire g3 · Pion blanc sur case blanche h3 · Tour noire sur case noire b2 · Pion blanc sur case blanche c2 · Fou blanc sur case blanche g2 · Dame blanche sur case blanche d1 · Tour blanche sur case blanche f1 · Roi blanc sur case noire g1 | Dame noire sur case noire d8 · Cavalier noir sur case blanche e8 · Tour noire sur case noire f8 · Roi noir sur case blanche g8 · Tour blanche sur case noire a7 · Pion noir sur case noire e7 · Pion noir sur case blanche f7 · Fou noir sur case noire g7 · Pion noir sur case blanche h7 · Fou noir sur case blanche c6 · Pion noir sur case noire d6 · Pion noir sur case blanche g6 · Pion blanc sur case blanche e4 · Pion blanc sur case noire f4 · Cavalier blanc sur case noire c3 · Fou blanc sur case noire e3 · Pion blanc sur case noire g3 · Pion blanc sur case blanche h3 · Tour noire sur case noire b2 · Pion blanc sur case blanche c2 · Fou blanc sur case blanche g2 · Dame blanche sur case blanche d1 · Tour blanche sur case blanche f1 · Roi blanc sur case noire g1 | Dame noire sur case noire d8 · Cavalier noir sur case blanche e8 · Tour noire sur case noire f8 · Roi noir sur case blanche g8 · Tour blanche sur case noire a7 · Pion noir sur case noire e7 · Pion noir sur case blanche f7 · Fou noir sur case noire g7 · Pion noir sur case blanche h7 · Fou noir sur case blanche c6 · Pion noir sur case noire d6 · Pion noir sur case blanche g6 · Pion blanc sur case blanche e4 · Pion blanc sur case noire f4 · Cavalier blanc sur case noire c3 · Fou blanc sur case noire e3 · Pion blanc sur case noire g3 · Pion blanc sur case blanche h3 · Tour noire sur case noire b2 · Pion blanc sur case blanche c2 · Fou blanc sur case blanche g2 · Dame blanche sur case blanche d1 · Tour blanche sur case blanche f1 · Roi blanc sur case noire g1 | Dame noire sur case noire d8 · Cavalier noir sur case blanche e8 · Tour noire sur case noire f8 · Roi noir sur case blanche g8 · Tour blanche sur case noire a7 · Pion noir sur case noire e7 · Pion noir sur case blanche f7 · Fou noir sur case noire g7 · Pion noir sur case blanche h7 · Fou noir sur case blanche c6 · Pion noir sur case noire d6 · Pion noir sur case blanche g6 · Pion blanc sur case blanche e4 · Pion blanc sur case noire f4 · Cavalier blanc sur case noire c3 · Fou blanc sur case noire e3 · Pion blanc sur case noire g3 · Pion blanc sur case blanche h3 · Tour noire sur case noire b2 · Pion blanc sur case blanche c2 · Fou blanc sur case blanche g2 · Dame blanche sur case blanche d1 · Tour blanche sur case blanche f1 · Roi blanc sur case noire g1 | Dame noire sur case noire d8 · Cavalier noir sur case blanche e8 · Tour noire sur case noire f8 · Roi noir sur case blanche g8 · Tour blanche sur case noire a7 · Pion noir sur case noire e7 · Pion noir sur case blanche f7 · Fou noir sur case noire g7 · Pion noir sur case blanche h7 · Fou noir sur case blanche c6 · Pion noir sur case noire d6 · Pion noir sur case blanche g6 · Pion blanc sur case blanche e4 · Pion blanc sur case noire f4 · Cavalier blanc sur case noire c3 · Fou blanc sur case noire e3 · Pion blanc sur case noire g3 · Pion blanc sur case blanche h3 · Tour noire sur case noire b2 · Pion blanc sur case blanche c2 · Fou blanc sur case blanche g2 · Dame blanche sur case blanche d1 · Tour blanche sur case blanche f1 · Roi blanc sur case noire g1 | Dame noire sur case noire d8 · Cavalier noir sur case blanche e8 · Tour noire sur case noire f8 · Roi noir sur case blanche g8 · Tour blanche sur case noire a7 · Pion noir sur case noire e7 · Pion noir sur case blanche f7 · Fou noir sur case noire g7 · Pion noir sur case blanche h7 · Fou noir sur case blanche c6 · Pion noir sur case noire d6 · Pion noir sur case blanche g6 · Pion blanc sur case blanche e4 · Pion blanc sur case noire f4 · Cavalier blanc sur case noire c3 · Fou blanc sur case noire e3 · Pion blanc sur case noire g3 · Pion blanc sur case blanche h3 · Tour noire sur case noire b2 · Pion blanc sur case blanche c2 · Fou blanc sur case blanche g2 · Dame blanche sur case blanche d1 · Tour blanche sur case blanche f1 · Roi blanc sur case noire g1 | Dame noire sur case noire d8 · Cavalier noir sur case blanche e8 · Tour noire sur case noire f8 · Roi noir sur case blanche g8 · Tour blanche sur case noire a7 · Pion noir sur case noire e7 · Pion noir sur case blanche f7 · Fou noir sur case noire g7 · Pion noir sur case blanche h7 · Fou noir sur case blanche c6 · Pion noir sur case noire d6 · Pion noir sur case blanche g6 · Pion blanc sur case blanche e4 · Pion blanc sur case noire f4 · Cavalier blanc sur case noire c3 · Fou blanc sur case noire e3 · Pion blanc sur case noire g3 · Pion blanc sur case blanche h3 · Tour noire sur case noire b2 · Pion blanc sur case blanche c2 · Fou blanc sur case blanche g2 · Dame blanche sur case blanche d1 · Tour blanche sur case blanche f1 · Roi blanc sur case noire g1 | 1 |
|   | a | b | c | d | e | f | g | h |   |

18 octobre. Après 18...Cc7 la partie était partagée. 
Spassky–Fischer, partie 22 ; Défense sicilienne, Variante fermée (ECO B25) 

1.e4 c5 2.Ce2 Cf6 3.Cbc3 d6 4.g3 Cc6 5.Fg2 g6 6.0-0 Fg7 7.d3 0-0 8.h3 Tb8 9.f4 Fd7 10.Fe3 b5 11.a3 Ce8 12.d4 cxd4 13.Cxd4 b4 14.Cxc6 Fxc6 15.axb4 Txb4 16.Txa7 Txb2 (diagramme) 17.e5 Fxg2 18.Rxg2 Cc7 19.exd6 exd6 20.Ca4 Ta2 21.Fb6 De8 22.Txc7 Dxa4 23.Dxd6 Txc2+ 24.Txc2 Dxc2+ 25.Ff2 De4+ 26.Rg1 ½–½

#### Partie 23: Fischer ½ Spassky ½ (Sicilienne fermée)
|   | a | b | c | d | e | f | g | h |   |
| 8 | Tour noire sur case blanche c8 · Tour noire sur case blanche e8 · Fou noir sur case noire f8 · Pion noir sur case noire a7 · Pion noir sur case blanche b7 · Pion noir sur case blanche f7 · Roi noir sur case noire g7 · Pion noir sur case blanche h7 · Cavalier noir sur case blanche c6 · Fou noir sur case blanche e6 · Pion noir sur case blanche g6 · Pion noir sur case noire c5 · Cavalier blanc sur case blanche d5 · Pion noir sur case noire d4 · Cavalier blanc sur case blanche e4 · Pion blanc sur case blanche g4 · Pion blanc sur case noire a3 · Pion blanc sur case blanche d3 · Pion blanc sur case blanche h3 · Pion blanc sur case noire b2 · Pion blanc sur case blanche c2 · Pion blanc sur case noire f2 · Fou blanc sur case blanche g2 · Tour blanche sur case noire a1 · Tour blanche sur case noire e1 · Roi blanc sur case noire g1 | Tour noire sur case blanche c8 · Tour noire sur case blanche e8 · Fou noir sur case noire f8 · Pion noir sur case noire a7 · Pion noir sur case blanche b7 · Pion noir sur case blanche f7 · Roi noir sur case noire g7 · Pion noir sur case blanche h7 · Cavalier noir sur case blanche c6 · Fou noir sur case blanche e6 · Pion noir sur case blanche g6 · Pion noir sur case noire c5 · Cavalier blanc sur case blanche d5 · Pion noir sur case noire d4 · Cavalier blanc sur case blanche e4 · Pion blanc sur case blanche g4 · Pion blanc sur case noire a3 · Pion blanc sur case blanche d3 · Pion blanc sur case blanche h3 · Pion blanc sur case noire b2 · Pion blanc sur case blanche c2 · Pion blanc sur case noire f2 · Fou blanc sur case blanche g2 · Tour blanche sur case noire a1 · Tour blanche sur case noire e1 · Roi blanc sur case noire g1 | Tour noire sur case blanche c8 · Tour noire sur case blanche e8 · Fou noir sur case noire f8 · Pion noir sur case noire a7 · Pion noir sur case blanche b7 · Pion noir sur case blanche f7 · Roi noir sur case noire g7 · Pion noir sur case blanche h7 · Cavalier noir sur case blanche c6 · Fou noir sur case blanche e6 · Pion noir sur case blanche g6 · Pion noir sur case noire c5 · Cavalier blanc sur case blanche d5 · Pion noir sur case noire d4 · Cavalier blanc sur case blanche e4 · Pion blanc sur case blanche g4 · Pion blanc sur case noire a3 · Pion blanc sur case blanche d3 · Pion blanc sur case blanche h3 · Pion blanc sur case noire b2 · Pion blanc sur case blanche c2 · Pion blanc sur case noire f2 · Fou blanc sur case blanche g2 · Tour blanche sur case noire a1 · Tour blanche sur case noire e1 · Roi blanc sur case noire g1 | Tour noire sur case blanche c8 · Tour noire sur case blanche e8 · Fou noir sur case noire f8 · Pion noir sur case noire a7 · Pion noir sur case blanche b7 · Pion noir sur case blanche f7 · Roi noir sur case noire g7 · Pion noir sur case blanche h7 · Cavalier noir sur case blanche c6 · Fou noir sur case blanche e6 · Pion noir sur case blanche g6 · Pion noir sur case noire c5 · Cavalier blanc sur case blanche d5 · Pion noir sur case noire d4 · Cavalier blanc sur case blanche e4 · Pion blanc sur case blanche g4 · Pion blanc sur case noire a3 · Pion blanc sur case blanche d3 · Pion blanc sur case blanche h3 · Pion blanc sur case noire b2 · Pion blanc sur case blanche c2 · Pion blanc sur case noire f2 · Fou blanc sur case blanche g2 · Tour blanche sur case noire a1 · Tour blanche sur case noire e1 · Roi blanc sur case noire g1 | Tour noire sur case blanche c8 · Tour noire sur case blanche e8 · Fou noir sur case noire f8 · Pion noir sur case noire a7 · Pion noir sur case blanche b7 · Pion noir sur case blanche f7 · Roi noir sur case noire g7 · Pion noir sur case blanche h7 · Cavalier noir sur case blanche c6 · Fou noir sur case blanche e6 · Pion noir sur case blanche g6 · Pion noir sur case noire c5 · Cavalier blanc sur case blanche d5 · Pion noir sur case noire d4 · Cavalier blanc sur case blanche e4 · Pion blanc sur case blanche g4 · Pion blanc sur case noire a3 · Pion blanc sur case blanche d3 · Pion blanc sur case blanche h3 · Pion blanc sur case noire b2 · Pion blanc sur case blanche c2 · Pion blanc sur case noire f2 · Fou blanc sur case blanche g2 · Tour blanche sur case noire a1 · Tour blanche sur case noire e1 · Roi blanc sur case noire g1 | Tour noire sur case blanche c8 · Tour noire sur case blanche e8 · Fou noir sur case noire f8 · Pion noir sur case noire a7 · Pion noir sur case blanche b7 · Pion noir sur case blanche f7 · Roi noir sur case noire g7 · Pion noir sur case blanche h7 · Cavalier noir sur case blanche c6 · Fou noir sur case blanche e6 · Pion noir sur case blanche g6 · Pion noir sur case noire c5 · Cavalier blanc sur case blanche d5 · Pion noir sur case noire d4 · Cavalier blanc sur case blanche e4 · Pion blanc sur case blanche g4 · Pion blanc sur case noire a3 · Pion blanc sur case blanche d3 · Pion blanc sur case blanche h3 · Pion blanc sur case noire b2 · Pion blanc sur case blanche c2 · Pion blanc sur case noire f2 · Fou blanc sur case blanche g2 · Tour blanche sur case noire a1 · Tour blanche sur case noire e1 · Roi blanc sur case noire g1 | Tour noire sur case blanche c8 · Tour noire sur case blanche e8 · Fou noir sur case noire f8 · Pion noir sur case noire a7 · Pion noir sur case blanche b7 · Pion noir sur case blanche f7 · Roi noir sur case noire g7 · Pion noir sur case blanche h7 · Cavalier noir sur case blanche c6 · Fou noir sur case blanche e6 · Pion noir sur case blanche g6 · Pion noir sur case noire c5 · Cavalier blanc sur case blanche d5 · Pion noir sur case noire d4 · Cavalier blanc sur case blanche e4 · Pion blanc sur case blanche g4 · Pion blanc sur case noire a3 · Pion blanc sur case blanche d3 · Pion blanc sur case blanche h3 · Pion blanc sur case noire b2 · Pion blanc sur case blanche c2 · Pion blanc sur case noire f2 · Fou blanc sur case blanche g2 · Tour blanche sur case noire a1 · Tour blanche sur case noire e1 · Roi blanc sur case noire g1 | Tour noire sur case blanche c8 · Tour noire sur case blanche e8 · Fou noir sur case noire f8 · Pion noir sur case noire a7 · Pion noir sur case blanche b7 · Pion noir sur case blanche f7 · Roi noir sur case noire g7 · Pion noir sur case blanche h7 · Cavalier noir sur case blanche c6 · Fou noir sur case blanche e6 · Pion noir sur case blanche g6 · Pion noir sur case noire c5 · Cavalier blanc sur case blanche d5 · Pion noir sur case noire d4 · Cavalier blanc sur case blanche e4 · Pion blanc sur case blanche g4 · Pion blanc sur case noire a3 · Pion blanc sur case blanche d3 · Pion blanc sur case blanche h3 · Pion blanc sur case noire b2 · Pion blanc sur case blanche c2 · Pion blanc sur case noire f2 · Fou blanc sur case blanche g2 · Tour blanche sur case noire a1 · Tour blanche sur case noire e1 · Roi blanc sur case noire g1 | 8 |
| 7 | Tour noire sur case blanche c8 · Tour noire sur case blanche e8 · Fou noir sur case noire f8 · Pion noir sur case noire a7 · Pion noir sur case blanche b7 · Pion noir sur case blanche f7 · Roi noir sur case noire g7 · Pion noir sur case blanche h7 · Cavalier noir sur case blanche c6 · Fou noir sur case blanche e6 · Pion noir sur case blanche g6 · Pion noir sur case noire c5 · Cavalier blanc sur case blanche d5 · Pion noir sur case noire d4 · Cavalier blanc sur case blanche e4 · Pion blanc sur case blanche g4 · Pion blanc sur case noire a3 · Pion blanc sur case blanche d3 · Pion blanc sur case blanche h3 · Pion blanc sur case noire b2 · Pion blanc sur case blanche c2 · Pion blanc sur case noire f2 · Fou blanc sur case blanche g2 · Tour blanche sur case noire a1 · Tour blanche sur case noire e1 · Roi blanc sur case noire g1 | Tour noire sur case blanche c8 · Tour noire sur case blanche e8 · Fou noir sur case noire f8 · Pion noir sur case noire a7 · Pion noir sur case blanche b7 · Pion noir sur case blanche f7 · Roi noir sur case noire g7 · Pion noir sur case blanche h7 · Cavalier noir sur case blanche c6 · Fou noir sur case blanche e6 · Pion noir sur case blanche g6 · Pion noir sur case noire c5 · Cavalier blanc sur case blanche d5 · Pion noir sur case noire d4 · Cavalier blanc sur case blanche e4 · Pion blanc sur case blanche g4 · Pion blanc sur case noire a3 · Pion blanc sur case blanche d3 · Pion blanc sur case blanche h3 · Pion blanc sur case noire b2 · Pion blanc sur case blanche c2 · Pion blanc sur case noire f2 · Fou blanc sur case blanche g2 · Tour blanche sur case noire a1 · Tour blanche sur case noire e1 · Roi blanc sur case noire g1 | Tour noire sur case blanche c8 · Tour noire sur case blanche e8 · Fou noir sur case noire f8 · Pion noir sur case noire a7 · Pion noir sur case blanche b7 · Pion noir sur case blanche f7 · Roi noir sur case noire g7 · Pion noir sur case blanche h7 · Cavalier noir sur case blanche c6 · Fou noir sur case blanche e6 · Pion noir sur case blanche g6 · Pion noir sur case noire c5 · Cavalier blanc sur case blanche d5 · Pion noir sur case noire d4 · Cavalier blanc sur case blanche e4 · Pion blanc sur case blanche g4 · Pion blanc sur case noire a3 · Pion blanc sur case blanche d3 · Pion blanc sur case blanche h3 · Pion blanc sur case noire b2 · Pion blanc sur case blanche c2 · Pion blanc sur case noire f2 · Fou blanc sur case blanche g2 · Tour blanche sur case noire a1 · Tour blanche sur case noire e1 · Roi blanc sur case noire g1 | Tour noire sur case blanche c8 · Tour noire sur case blanche e8 · Fou noir sur case noire f8 · Pion noir sur case noire a7 · Pion noir sur case blanche b7 · Pion noir sur case blanche f7 · Roi noir sur case noire g7 · Pion noir sur case blanche h7 · Cavalier noir sur case blanche c6 · Fou noir sur case blanche e6 · Pion noir sur case blanche g6 · Pion noir sur case noire c5 · Cavalier blanc sur case blanche d5 · Pion noir sur case noire d4 · Cavalier blanc sur case blanche e4 · Pion blanc sur case blanche g4 · Pion blanc sur case noire a3 · Pion blanc sur case blanche d3 · Pion blanc sur case blanche h3 · Pion blanc sur case noire b2 · Pion blanc sur case blanche c2 · Pion blanc sur case noire f2 · Fou blanc sur case blanche g2 · Tour blanche sur case noire a1 · Tour blanche sur case noire e1 · Roi blanc sur case noire g1 | Tour noire sur case blanche c8 · Tour noire sur case blanche e8 · Fou noir sur case noire f8 · Pion noir sur case noire a7 · Pion noir sur case blanche b7 · Pion noir sur case blanche f7 · Roi noir sur case noire g7 · Pion noir sur case blanche h7 · Cavalier noir sur case blanche c6 · Fou noir sur case blanche e6 · Pion noir sur case blanche g6 · Pion noir sur case noire c5 · Cavalier blanc sur case blanche d5 · Pion noir sur case noire d4 · Cavalier blanc sur case blanche e4 · Pion blanc sur case blanche g4 · Pion blanc sur case noire a3 · Pion blanc sur case blanche d3 · Pion blanc sur case blanche h3 · Pion blanc sur case noire b2 · Pion blanc sur case blanche c2 · Pion blanc sur case noire f2 · Fou blanc sur case blanche g2 · Tour blanche sur case noire a1 · Tour blanche sur case noire e1 · Roi blanc sur case noire g1 | Tour noire sur case blanche c8 · Tour noire sur case blanche e8 · Fou noir sur case noire f8 · Pion noir sur case noire a7 · Pion noir sur case blanche b7 · Pion noir sur case blanche f7 · Roi noir sur case noire g7 · Pion noir sur case blanche h7 · Cavalier noir sur case blanche c6 · Fou noir sur case blanche e6 · Pion noir sur case blanche g6 · Pion noir sur case noire c5 · Cavalier blanc sur case blanche d5 · Pion noir sur case noire d4 · Cavalier blanc sur case blanche e4 · Pion blanc sur case blanche g4 · Pion blanc sur case noire a3 · Pion blanc sur case blanche d3 · Pion blanc sur case blanche h3 · Pion blanc sur case noire b2 · Pion blanc sur case blanche c2 · Pion blanc sur case noire f2 · Fou blanc sur case blanche g2 · Tour blanche sur case noire a1 · Tour blanche sur case noire e1 · Roi blanc sur case noire g1 | Tour noire sur case blanche c8 · Tour noire sur case blanche e8 · Fou noir sur case noire f8 · Pion noir sur case noire a7 · Pion noir sur case blanche b7 · Pion noir sur case blanche f7 · Roi noir sur case noire g7 · Pion noir sur case blanche h7 · Cavalier noir sur case blanche c6 · Fou noir sur case blanche e6 · Pion noir sur case blanche g6 · Pion noir sur case noire c5 · Cavalier blanc sur case blanche d5 · Pion noir sur case noire d4 · Cavalier blanc sur case blanche e4 · Pion blanc sur case blanche g4 · Pion blanc sur case noire a3 · Pion blanc sur case blanche d3 · Pion blanc sur case blanche h3 · Pion blanc sur case noire b2 · Pion blanc sur case blanche c2 · Pion blanc sur case noire f2 · Fou blanc sur case blanche g2 · Tour blanche sur case noire a1 · Tour blanche sur case noire e1 · Roi blanc sur case noire g1 | Tour noire sur case blanche c8 · Tour noire sur case blanche e8 · Fou noir sur case noire f8 · Pion noir sur case noire a7 · Pion noir sur case blanche b7 · Pion noir sur case blanche f7 · Roi noir sur case noire g7 · Pion noir sur case blanche h7 · Cavalier noir sur case blanche c6 · Fou noir sur case blanche e6 · Pion noir sur case blanche g6 · Pion noir sur case noire c5 · Cavalier blanc sur case blanche d5 · Pion noir sur case noire d4 · Cavalier blanc sur case blanche e4 · Pion blanc sur case blanche g4 · Pion blanc sur case noire a3 · Pion blanc sur case blanche d3 · Pion blanc sur case blanche h3 · Pion blanc sur case noire b2 · Pion blanc sur case blanche c2 · Pion blanc sur case noire f2 · Fou blanc sur case blanche g2 · Tour blanche sur case noire a1 · Tour blanche sur case noire e1 · Roi blanc sur case noire g1 | 7 |
| 6 | Tour noire sur case blanche c8 · Tour noire sur case blanche e8 · Fou noir sur case noire f8 · Pion noir sur case noire a7 · Pion noir sur case blanche b7 · Pion noir sur case blanche f7 · Roi noir sur case noire g7 · Pion noir sur case blanche h7 · Cavalier noir sur case blanche c6 · Fou noir sur case blanche e6 · Pion noir sur case blanche g6 · Pion noir sur case noire c5 · Cavalier blanc sur case blanche d5 · Pion noir sur case noire d4 · Cavalier blanc sur case blanche e4 · Pion blanc sur case blanche g4 · Pion blanc sur case noire a3 · Pion blanc sur case blanche d3 · Pion blanc sur case blanche h3 · Pion blanc sur case noire b2 · Pion blanc sur case blanche c2 · Pion blanc sur case noire f2 · Fou blanc sur case blanche g2 · Tour blanche sur case noire a1 · Tour blanche sur case noire e1 · Roi blanc sur case noire g1 | Tour noire sur case blanche c8 · Tour noire sur case blanche e8 · Fou noir sur case noire f8 · Pion noir sur case noire a7 · Pion noir sur case blanche b7 · Pion noir sur case blanche f7 · Roi noir sur case noire g7 · Pion noir sur case blanche h7 · Cavalier noir sur case blanche c6 · Fou noir sur case blanche e6 · Pion noir sur case blanche g6 · Pion noir sur case noire c5 · Cavalier blanc sur case blanche d5 · Pion noir sur case noire d4 · Cavalier blanc sur case blanche e4 · Pion blanc sur case blanche g4 · Pion blanc sur case noire a3 · Pion blanc sur case blanche d3 · Pion blanc sur case blanche h3 · Pion blanc sur case noire b2 · Pion blanc sur case blanche c2 · Pion blanc sur case noire f2 · Fou blanc sur case blanche g2 · Tour blanche sur case noire a1 · Tour blanche sur case noire e1 · Roi blanc sur case noire g1 | Tour noire sur case blanche c8 · Tour noire sur case blanche e8 · Fou noir sur case noire f8 · Pion noir sur case noire a7 · Pion noir sur case blanche b7 · Pion noir sur case blanche f7 · Roi noir sur case noire g7 · Pion noir sur case blanche h7 · Cavalier noir sur case blanche c6 · Fou noir sur case blanche e6 · Pion noir sur case blanche g6 · Pion noir sur case noire c5 · Cavalier blanc sur case blanche d5 · Pion noir sur case noire d4 · Cavalier blanc sur case blanche e4 · Pion blanc sur case blanche g4 · Pion blanc sur case noire a3 · Pion blanc sur case blanche d3 · Pion blanc sur case blanche h3 · Pion blanc sur case noire b2 · Pion blanc sur case blanche c2 · Pion blanc sur case noire f2 · Fou blanc sur case blanche g2 · Tour blanche sur case noire a1 · Tour blanche sur case noire e1 · Roi blanc sur case noire g1 | Tour noire sur case blanche c8 · Tour noire sur case blanche e8 · Fou noir sur case noire f8 · Pion noir sur case noire a7 · Pion noir sur case blanche b7 · Pion noir sur case blanche f7 · Roi noir sur case noire g7 · Pion noir sur case blanche h7 · Cavalier noir sur case blanche c6 · Fou noir sur case blanche e6 · Pion noir sur case blanche g6 · Pion noir sur case noire c5 · Cavalier blanc sur case blanche d5 · Pion noir sur case noire d4 · Cavalier blanc sur case blanche e4 · Pion blanc sur case blanche g4 · Pion blanc sur case noire a3 · Pion blanc sur case blanche d3 · Pion blanc sur case blanche h3 · Pion blanc sur case noire b2 · Pion blanc sur case blanche c2 · Pion blanc sur case noire f2 · Fou blanc sur case blanche g2 · Tour blanche sur case noire a1 · Tour blanche sur case noire e1 · Roi blanc sur case noire g1 | Tour noire sur case blanche c8 · Tour noire sur case blanche e8 · Fou noir sur case noire f8 · Pion noir sur case noire a7 · Pion noir sur case blanche b7 · Pion noir sur case blanche f7 · Roi noir sur case noire g7 · Pion noir sur case blanche h7 · Cavalier noir sur case blanche c6 · Fou noir sur case blanche e6 · Pion noir sur case blanche g6 · Pion noir sur case noire c5 · Cavalier blanc sur case blanche d5 · Pion noir sur case noire d4 · Cavalier blanc sur case blanche e4 · Pion blanc sur case blanche g4 · Pion blanc sur case noire a3 · Pion blanc sur case blanche d3 · Pion blanc sur case blanche h3 · Pion blanc sur case noire b2 · Pion blanc sur case blanche c2 · Pion blanc sur case noire f2 · Fou blanc sur case blanche g2 · Tour blanche sur case noire a1 · Tour blanche sur case noire e1 · Roi blanc sur case noire g1 | Tour noire sur case blanche c8 · Tour noire sur case blanche e8 · Fou noir sur case noire f8 · Pion noir sur case noire a7 · Pion noir sur case blanche b7 · Pion noir sur case blanche f7 · Roi noir sur case noire g7 · Pion noir sur case blanche h7 · Cavalier noir sur case blanche c6 · Fou noir sur case blanche e6 · Pion noir sur case blanche g6 · Pion noir sur case noire c5 · Cavalier blanc sur case blanche d5 · Pion noir sur case noire d4 · Cavalier blanc sur case blanche e4 · Pion blanc sur case blanche g4 · Pion blanc sur case noire a3 · Pion blanc sur case blanche d3 · Pion blanc sur case blanche h3 · Pion blanc sur case noire b2 · Pion blanc sur case blanche c2 · Pion blanc sur case noire f2 · Fou blanc sur case blanche g2 · Tour blanche sur case noire a1 · Tour blanche sur case noire e1 · Roi blanc sur case noire g1 | Tour noire sur case blanche c8 · Tour noire sur case blanche e8 · Fou noir sur case noire f8 · Pion noir sur case noire a7 · Pion noir sur case blanche b7 · Pion noir sur case blanche f7 · Roi noir sur case noire g7 · Pion noir sur case blanche h7 · Cavalier noir sur case blanche c6 · Fou noir sur case blanche e6 · Pion noir sur case blanche g6 · Pion noir sur case noire c5 · Cavalier blanc sur case blanche d5 · Pion noir sur case noire d4 · Cavalier blanc sur case blanche e4 · Pion blanc sur case blanche g4 · Pion blanc sur case noire a3 · Pion blanc sur case blanche d3 · Pion blanc sur case blanche h3 · Pion blanc sur case noire b2 · Pion blanc sur case blanche c2 · Pion blanc sur case noire f2 · Fou blanc sur case blanche g2 · Tour blanche sur case noire a1 · Tour blanche sur case noire e1 · Roi blanc sur case noire g1 | Tour noire sur case blanche c8 · Tour noire sur case blanche e8 · Fou noir sur case noire f8 · Pion noir sur case noire a7 · Pion noir sur case blanche b7 · Pion noir sur case blanche f7 · Roi noir sur case noire g7 · Pion noir sur case blanche h7 · Cavalier noir sur case blanche c6 · Fou noir sur case blanche e6 · Pion noir sur case blanche g6 · Pion noir sur case noire c5 · Cavalier blanc sur case blanche d5 · Pion noir sur case noire d4 · Cavalier blanc sur case blanche e4 · Pion blanc sur case blanche g4 · Pion blanc sur case noire a3 · Pion blanc sur case blanche d3 · Pion blanc sur case blanche h3 · Pion blanc sur case noire b2 · Pion blanc sur case blanche c2 · Pion blanc sur case noire f2 · Fou blanc sur case blanche g2 · Tour blanche sur case noire a1 · Tour blanche sur case noire e1 · Roi blanc sur case noire g1 | 6 |
| 5 | Tour noire sur case blanche c8 · Tour noire sur case blanche e8 · Fou noir sur case noire f8 · Pion noir sur case noire a7 · Pion noir sur case blanche b7 · Pion noir sur case blanche f7 · Roi noir sur case noire g7 · Pion noir sur case blanche h7 · Cavalier noir sur case blanche c6 · Fou noir sur case blanche e6 · Pion noir sur case blanche g6 · Pion noir sur case noire c5 · Cavalier blanc sur case blanche d5 · Pion noir sur case noire d4 · Cavalier blanc sur case blanche e4 · Pion blanc sur case blanche g4 · Pion blanc sur case noire a3 · Pion blanc sur case blanche d3 · Pion blanc sur case blanche h3 · Pion blanc sur case noire b2 · Pion blanc sur case blanche c2 · Pion blanc sur case noire f2 · Fou blanc sur case blanche g2 · Tour blanche sur case noire a1 · Tour blanche sur case noire e1 · Roi blanc sur case noire g1 | Tour noire sur case blanche c8 · Tour noire sur case blanche e8 · Fou noir sur case noire f8 · Pion noir sur case noire a7 · Pion noir sur case blanche b7 · Pion noir sur case blanche f7 · Roi noir sur case noire g7 · Pion noir sur case blanche h7 · Cavalier noir sur case blanche c6 · Fou noir sur case blanche e6 · Pion noir sur case blanche g6 · Pion noir sur case noire c5 · Cavalier blanc sur case blanche d5 · Pion noir sur case noire d4 · Cavalier blanc sur case blanche e4 · Pion blanc sur case blanche g4 · Pion blanc sur case noire a3 · Pion blanc sur case blanche d3 · Pion blanc sur case blanche h3 · Pion blanc sur case noire b2 · Pion blanc sur case blanche c2 · Pion blanc sur case noire f2 · Fou blanc sur case blanche g2 · Tour blanche sur case noire a1 · Tour blanche sur case noire e1 · Roi blanc sur case noire g1 | Tour noire sur case blanche c8 · Tour noire sur case blanche e8 · Fou noir sur case noire f8 · Pion noir sur case noire a7 · Pion noir sur case blanche b7 · Pion noir sur case blanche f7 · Roi noir sur case noire g7 · Pion noir sur case blanche h7 · Cavalier noir sur case blanche c6 · Fou noir sur case blanche e6 · Pion noir sur case blanche g6 · Pion noir sur case noire c5 · Cavalier blanc sur case blanche d5 · Pion noir sur case noire d4 · Cavalier blanc sur case blanche e4 · Pion blanc sur case blanche g4 · Pion blanc sur case noire a3 · Pion blanc sur case blanche d3 · Pion blanc sur case blanche h3 · Pion blanc sur case noire b2 · Pion blanc sur case blanche c2 · Pion blanc sur case noire f2 · Fou blanc sur case blanche g2 · Tour blanche sur case noire a1 · Tour blanche sur case noire e1 · Roi blanc sur case noire g1 | Tour noire sur case blanche c8 · Tour noire sur case blanche e8 · Fou noir sur case noire f8 · Pion noir sur case noire a7 · Pion noir sur case blanche b7 · Pion noir sur case blanche f7 · Roi noir sur case noire g7 · Pion noir sur case blanche h7 · Cavalier noir sur case blanche c6 · Fou noir sur case blanche e6 · Pion noir sur case blanche g6 · Pion noir sur case noire c5 · Cavalier blanc sur case blanche d5 · Pion noir sur case noire d4 · Cavalier blanc sur case blanche e4 · Pion blanc sur case blanche g4 · Pion blanc sur case noire a3 · Pion blanc sur case blanche d3 · Pion blanc sur case blanche h3 · Pion blanc sur case noire b2 · Pion blanc sur case blanche c2 · Pion blanc sur case noire f2 · Fou blanc sur case blanche g2 · Tour blanche sur case noire a1 · Tour blanche sur case noire e1 · Roi blanc sur case noire g1 | Tour noire sur case blanche c8 · Tour noire sur case blanche e8 · Fou noir sur case noire f8 · Pion noir sur case noire a7 · Pion noir sur case blanche b7 · Pion noir sur case blanche f7 · Roi noir sur case noire g7 · Pion noir sur case blanche h7 · Cavalier noir sur case blanche c6 · Fou noir sur case blanche e6 · Pion noir sur case blanche g6 · Pion noir sur case noire c5 · Cavalier blanc sur case blanche d5 · Pion noir sur case noire d4 · Cavalier blanc sur case blanche e4 · Pion blanc sur case blanche g4 · Pion blanc sur case noire a3 · Pion blanc sur case blanche d3 · Pion blanc sur case blanche h3 · Pion blanc sur case noire b2 · Pion blanc sur case blanche c2 · Pion blanc sur case noire f2 · Fou blanc sur case blanche g2 · Tour blanche sur case noire a1 · Tour blanche sur case noire e1 · Roi blanc sur case noire g1 | Tour noire sur case blanche c8 · Tour noire sur case blanche e8 · Fou noir sur case noire f8 · Pion noir sur case noire a7 · Pion noir sur case blanche b7 · Pion noir sur case blanche f7 · Roi noir sur case noire g7 · Pion noir sur case blanche h7 · Cavalier noir sur case blanche c6 · Fou noir sur case blanche e6 · Pion noir sur case blanche g6 · Pion noir sur case noire c5 · Cavalier blanc sur case blanche d5 · Pion noir sur case noire d4 · Cavalier blanc sur case blanche e4 · Pion blanc sur case blanche g4 · Pion blanc sur case noire a3 · Pion blanc sur case blanche d3 · Pion blanc sur case blanche h3 · Pion blanc sur case noire b2 · Pion blanc sur case blanche c2 · Pion blanc sur case noire f2 · Fou blanc sur case blanche g2 · Tour blanche sur case noire a1 · Tour blanche sur case noire e1 · Roi blanc sur case noire g1 | Tour noire sur case blanche c8 · Tour noire sur case blanche e8 · Fou noir sur case noire f8 · Pion noir sur case noire a7 · Pion noir sur case blanche b7 · Pion noir sur case blanche f7 · Roi noir sur case noire g7 · Pion noir sur case blanche h7 · Cavalier noir sur case blanche c6 · Fou noir sur case blanche e6 · Pion noir sur case blanche g6 · Pion noir sur case noire c5 · Cavalier blanc sur case blanche d5 · Pion noir sur case noire d4 · Cavalier blanc sur case blanche e4 · Pion blanc sur case blanche g4 · Pion blanc sur case noire a3 · Pion blanc sur case blanche d3 · Pion blanc sur case blanche h3 · Pion blanc sur case noire b2 · Pion blanc sur case blanche c2 · Pion blanc sur case noire f2 · Fou blanc sur case blanche g2 · Tour blanche sur case noire a1 · Tour blanche sur case noire e1 · Roi blanc sur case noire g1 | Tour noire sur case blanche c8 · Tour noire sur case blanche e8 · Fou noir sur case noire f8 · Pion noir sur case noire a7 · Pion noir sur case blanche b7 · Pion noir sur case blanche f7 · Roi noir sur case noire g7 · Pion noir sur case blanche h7 · Cavalier noir sur case blanche c6 · Fou noir sur case blanche e6 · Pion noir sur case blanche g6 · Pion noir sur case noire c5 · Cavalier blanc sur case blanche d5 · Pion noir sur case noire d4 · Cavalier blanc sur case blanche e4 · Pion blanc sur case blanche g4 · Pion blanc sur case noire a3 · Pion blanc sur case blanche d3 · Pion blanc sur case blanche h3 · Pion blanc sur case noire b2 · Pion blanc sur case blanche c2 · Pion blanc sur case noire f2 · Fou blanc sur case blanche g2 · Tour blanche sur case noire a1 · Tour blanche sur case noire e1 · Roi blanc sur case noire g1 | 5 |
| 4 | Tour noire sur case blanche c8 · Tour noire sur case blanche e8 · Fou noir sur case noire f8 · Pion noir sur case noire a7 · Pion noir sur case blanche b7 · Pion noir sur case blanche f7 · Roi noir sur case noire g7 · Pion noir sur case blanche h7 · Cavalier noir sur case blanche c6 · Fou noir sur case blanche e6 · Pion noir sur case blanche g6 · Pion noir sur case noire c5 · Cavalier blanc sur case blanche d5 · Pion noir sur case noire d4 · Cavalier blanc sur case blanche e4 · Pion blanc sur case blanche g4 · Pion blanc sur case noire a3 · Pion blanc sur case blanche d3 · Pion blanc sur case blanche h3 · Pion blanc sur case noire b2 · Pion blanc sur case blanche c2 · Pion blanc sur case noire f2 · Fou blanc sur case blanche g2 · Tour blanche sur case noire a1 · Tour blanche sur case noire e1 · Roi blanc sur case noire g1 | Tour noire sur case blanche c8 · Tour noire sur case blanche e8 · Fou noir sur case noire f8 · Pion noir sur case noire a7 · Pion noir sur case blanche b7 · Pion noir sur case blanche f7 · Roi noir sur case noire g7 · Pion noir sur case blanche h7 · Cavalier noir sur case blanche c6 · Fou noir sur case blanche e6 · Pion noir sur case blanche g6 · Pion noir sur case noire c5 · Cavalier blanc sur case blanche d5 · Pion noir sur case noire d4 · Cavalier blanc sur case blanche e4 · Pion blanc sur case blanche g4 · Pion blanc sur case noire a3 · Pion blanc sur case blanche d3 · Pion blanc sur case blanche h3 · Pion blanc sur case noire b2 · Pion blanc sur case blanche c2 · Pion blanc sur case noire f2 · Fou blanc sur case blanche g2 · Tour blanche sur case noire a1 · Tour blanche sur case noire e1 · Roi blanc sur case noire g1 | Tour noire sur case blanche c8 · Tour noire sur case blanche e8 · Fou noir sur case noire f8 · Pion noir sur case noire a7 · Pion noir sur case blanche b7 · Pion noir sur case blanche f7 · Roi noir sur case noire g7 · Pion noir sur case blanche h7 · Cavalier noir sur case blanche c6 · Fou noir sur case blanche e6 · Pion noir sur case blanche g6 · Pion noir sur case noire c5 · Cavalier blanc sur case blanche d5 · Pion noir sur case noire d4 · Cavalier blanc sur case blanche e4 · Pion blanc sur case blanche g4 · Pion blanc sur case noire a3 · Pion blanc sur case blanche d3 · Pion blanc sur case blanche h3 · Pion blanc sur case noire b2 · Pion blanc sur case blanche c2 · Pion blanc sur case noire f2 · Fou blanc sur case blanche g2 · Tour blanche sur case noire a1 · Tour blanche sur case noire e1 · Roi blanc sur case noire g1 | Tour noire sur case blanche c8 · Tour noire sur case blanche e8 · Fou noir sur case noire f8 · Pion noir sur case noire a7 · Pion noir sur case blanche b7 · Pion noir sur case blanche f7 · Roi noir sur case noire g7 · Pion noir sur case blanche h7 · Cavalier noir sur case blanche c6 · Fou noir sur case blanche e6 · Pion noir sur case blanche g6 · Pion noir sur case noire c5 · Cavalier blanc sur case blanche d5 · Pion noir sur case noire d4 · Cavalier blanc sur case blanche e4 · Pion blanc sur case blanche g4 · Pion blanc sur case noire a3 · Pion blanc sur case blanche d3 · Pion blanc sur case blanche h3 · Pion blanc sur case noire b2 · Pion blanc sur case blanche c2 · Pion blanc sur case noire f2 · Fou blanc sur case blanche g2 · Tour blanche sur case noire a1 · Tour blanche sur case noire e1 · Roi blanc sur case noire g1 | Tour noire sur case blanche c8 · Tour noire sur case blanche e8 · Fou noir sur case noire f8 · Pion noir sur case noire a7 · Pion noir sur case blanche b7 · Pion noir sur case blanche f7 · Roi noir sur case noire g7 · Pion noir sur case blanche h7 · Cavalier noir sur case blanche c6 · Fou noir sur case blanche e6 · Pion noir sur case blanche g6 · Pion noir sur case noire c5 · Cavalier blanc sur case blanche d5 · Pion noir sur case noire d4 · Cavalier blanc sur case blanche e4 · Pion blanc sur case blanche g4 · Pion blanc sur case noire a3 · Pion blanc sur case blanche d3 · Pion blanc sur case blanche h3 · Pion blanc sur case noire b2 · Pion blanc sur case blanche c2 · Pion blanc sur case noire f2 · Fou blanc sur case blanche g2 · Tour blanche sur case noire a1 · Tour blanche sur case noire e1 · Roi blanc sur case noire g1 | Tour noire sur case blanche c8 · Tour noire sur case blanche e8 · Fou noir sur case noire f8 · Pion noir sur case noire a7 · Pion noir sur case blanche b7 · Pion noir sur case blanche f7 · Roi noir sur case noire g7 · Pion noir sur case blanche h7 · Cavalier noir sur case blanche c6 · Fou noir sur case blanche e6 · Pion noir sur case blanche g6 · Pion noir sur case noire c5 · Cavalier blanc sur case blanche d5 · Pion noir sur case noire d4 · Cavalier blanc sur case blanche e4 · Pion blanc sur case blanche g4 · Pion blanc sur case noire a3 · Pion blanc sur case blanche d3 · Pion blanc sur case blanche h3 · Pion blanc sur case noire b2 · Pion blanc sur case blanche c2 · Pion blanc sur case noire f2 · Fou blanc sur case blanche g2 · Tour blanche sur case noire a1 · Tour blanche sur case noire e1 · Roi blanc sur case noire g1 | Tour noire sur case blanche c8 · Tour noire sur case blanche e8 · Fou noir sur case noire f8 · Pion noir sur case noire a7 · Pion noir sur case blanche b7 · Pion noir sur case blanche f7 · Roi noir sur case noire g7 · Pion noir sur case blanche h7 · Cavalier noir sur case blanche c6 · Fou noir sur case blanche e6 · Pion noir sur case blanche g6 · Pion noir sur case noire c5 · Cavalier blanc sur case blanche d5 · Pion noir sur case noire d4 · Cavalier blanc sur case blanche e4 · Pion blanc sur case blanche g4 · Pion blanc sur case noire a3 · Pion blanc sur case blanche d3 · Pion blanc sur case blanche h3 · Pion blanc sur case noire b2 · Pion blanc sur case blanche c2 · Pion blanc sur case noire f2 · Fou blanc sur case blanche g2 · Tour blanche sur case noire a1 · Tour blanche sur case noire e1 · Roi blanc sur case noire g1 | Tour noire sur case blanche c8 · Tour noire sur case blanche e8 · Fou noir sur case noire f8 · Pion noir sur case noire a7 · Pion noir sur case blanche b7 · Pion noir sur case blanche f7 · Roi noir sur case noire g7 · Pion noir sur case blanche h7 · Cavalier noir sur case blanche c6 · Fou noir sur case blanche e6 · Pion noir sur case blanche g6 · Pion noir sur case noire c5 · Cavalier blanc sur case blanche d5 · Pion noir sur case noire d4 · Cavalier blanc sur case blanche e4 · Pion blanc sur case blanche g4 · Pion blanc sur case noire a3 · Pion blanc sur case blanche d3 · Pion blanc sur case blanche h3 · Pion blanc sur case noire b2 · Pion blanc sur case blanche c2 · Pion blanc sur case noire f2 · Fou blanc sur case blanche g2 · Tour blanche sur case noire a1 · Tour blanche sur case noire e1 · Roi blanc sur case noire g1 | 4 |
| 3 | Tour noire sur case blanche c8 · Tour noire sur case blanche e8 · Fou noir sur case noire f8 · Pion noir sur case noire a7 · Pion noir sur case blanche b7 · Pion noir sur case blanche f7 · Roi noir sur case noire g7 · Pion noir sur case blanche h7 · Cavalier noir sur case blanche c6 · Fou noir sur case blanche e6 · Pion noir sur case blanche g6 · Pion noir sur case noire c5 · Cavalier blanc sur case blanche d5 · Pion noir sur case noire d4 · Cavalier blanc sur case blanche e4 · Pion blanc sur case blanche g4 · Pion blanc sur case noire a3 · Pion blanc sur case blanche d3 · Pion blanc sur case blanche h3 · Pion blanc sur case noire b2 · Pion blanc sur case blanche c2 · Pion blanc sur case noire f2 · Fou blanc sur case blanche g2 · Tour blanche sur case noire a1 · Tour blanche sur case noire e1 · Roi blanc sur case noire g1 | Tour noire sur case blanche c8 · Tour noire sur case blanche e8 · Fou noir sur case noire f8 · Pion noir sur case noire a7 · Pion noir sur case blanche b7 · Pion noir sur case blanche f7 · Roi noir sur case noire g7 · Pion noir sur case blanche h7 · Cavalier noir sur case blanche c6 · Fou noir sur case blanche e6 · Pion noir sur case blanche g6 · Pion noir sur case noire c5 · Cavalier blanc sur case blanche d5 · Pion noir sur case noire d4 · Cavalier blanc sur case blanche e4 · Pion blanc sur case blanche g4 · Pion blanc sur case noire a3 · Pion blanc sur case blanche d3 · Pion blanc sur case blanche h3 · Pion blanc sur case noire b2 · Pion blanc sur case blanche c2 · Pion blanc sur case noire f2 · Fou blanc sur case blanche g2 · Tour blanche sur case noire a1 · Tour blanche sur case noire e1 · Roi blanc sur case noire g1 | Tour noire sur case blanche c8 · Tour noire sur case blanche e8 · Fou noir sur case noire f8 · Pion noir sur case noire a7 · Pion noir sur case blanche b7 · Pion noir sur case blanche f7 · Roi noir sur case noire g7 · Pion noir sur case blanche h7 · Cavalier noir sur case blanche c6 · Fou noir sur case blanche e6 · Pion noir sur case blanche g6 · Pion noir sur case noire c5 · Cavalier blanc sur case blanche d5 · Pion noir sur case noire d4 · Cavalier blanc sur case blanche e4 · Pion blanc sur case blanche g4 · Pion blanc sur case noire a3 · Pion blanc sur case blanche d3 · Pion blanc sur case blanche h3 · Pion blanc sur case noire b2 · Pion blanc sur case blanche c2 · Pion blanc sur case noire f2 · Fou blanc sur case blanche g2 · Tour blanche sur case noire a1 · Tour blanche sur case noire e1 · Roi blanc sur case noire g1 | Tour noire sur case blanche c8 · Tour noire sur case blanche e8 · Fou noir sur case noire f8 · Pion noir sur case noire a7 · Pion noir sur case blanche b7 · Pion noir sur case blanche f7 · Roi noir sur case noire g7 · Pion noir sur case blanche h7 · Cavalier noir sur case blanche c6 · Fou noir sur case blanche e6 · Pion noir sur case blanche g6 · Pion noir sur case noire c5 · Cavalier blanc sur case blanche d5 · Pion noir sur case noire d4 · Cavalier blanc sur case blanche e4 · Pion blanc sur case blanche g4 · Pion blanc sur case noire a3 · Pion blanc sur case blanche d3 · Pion blanc sur case blanche h3 · Pion blanc sur case noire b2 · Pion blanc sur case blanche c2 · Pion blanc sur case noire f2 · Fou blanc sur case blanche g2 · Tour blanche sur case noire a1 · Tour blanche sur case noire e1 · Roi blanc sur case noire g1 | Tour noire sur case blanche c8 · Tour noire sur case blanche e8 · Fou noir sur case noire f8 · Pion noir sur case noire a7 · Pion noir sur case blanche b7 · Pion noir sur case blanche f7 · Roi noir sur case noire g7 · Pion noir sur case blanche h7 · Cavalier noir sur case blanche c6 · Fou noir sur case blanche e6 · Pion noir sur case blanche g6 · Pion noir sur case noire c5 · Cavalier blanc sur case blanche d5 · Pion noir sur case noire d4 · Cavalier blanc sur case blanche e4 · Pion blanc sur case blanche g4 · Pion blanc sur case noire a3 · Pion blanc sur case blanche d3 · Pion blanc sur case blanche h3 · Pion blanc sur case noire b2 · Pion blanc sur case blanche c2 · Pion blanc sur case noire f2 · Fou blanc sur case blanche g2 · Tour blanche sur case noire a1 · Tour blanche sur case noire e1 · Roi blanc sur case noire g1 | Tour noire sur case blanche c8 · Tour noire sur case blanche e8 · Fou noir sur case noire f8 · Pion noir sur case noire a7 · Pion noir sur case blanche b7 · Pion noir sur case blanche f7 · Roi noir sur case noire g7 · Pion noir sur case blanche h7 · Cavalier noir sur case blanche c6 · Fou noir sur case blanche e6 · Pion noir sur case blanche g6 · Pion noir sur case noire c5 · Cavalier blanc sur case blanche d5 · Pion noir sur case noire d4 · Cavalier blanc sur case blanche e4 · Pion blanc sur case blanche g4 · Pion blanc sur case noire a3 · Pion blanc sur case blanche d3 · Pion blanc sur case blanche h3 · Pion blanc sur case noire b2 · Pion blanc sur case blanche c2 · Pion blanc sur case noire f2 · Fou blanc sur case blanche g2 · Tour blanche sur case noire a1 · Tour blanche sur case noire e1 · Roi blanc sur case noire g1 | Tour noire sur case blanche c8 · Tour noire sur case blanche e8 · Fou noir sur case noire f8 · Pion noir sur case noire a7 · Pion noir sur case blanche b7 · Pion noir sur case blanche f7 · Roi noir sur case noire g7 · Pion noir sur case blanche h7 · Cavalier noir sur case blanche c6 · Fou noir sur case blanche e6 · Pion noir sur case blanche g6 · Pion noir sur case noire c5 · Cavalier blanc sur case blanche d5 · Pion noir sur case noire d4 · Cavalier blanc sur case blanche e4 · Pion blanc sur case blanche g4 · Pion blanc sur case noire a3 · Pion blanc sur case blanche d3 · Pion blanc sur case blanche h3 · Pion blanc sur case noire b2 · Pion blanc sur case blanche c2 · Pion blanc sur case noire f2 · Fou blanc sur case blanche g2 · Tour blanche sur case noire a1 · Tour blanche sur case noire e1 · Roi blanc sur case noire g1 | Tour noire sur case blanche c8 · Tour noire sur case blanche e8 · Fou noir sur case noire f8 · Pion noir sur case noire a7 · Pion noir sur case blanche b7 · Pion noir sur case blanche f7 · Roi noir sur case noire g7 · Pion noir sur case blanche h7 · Cavalier noir sur case blanche c6 · Fou noir sur case blanche e6 · Pion noir sur case blanche g6 · Pion noir sur case noire c5 · Cavalier blanc sur case blanche d5 · Pion noir sur case noire d4 · Cavalier blanc sur case blanche e4 · Pion blanc sur case blanche g4 · Pion blanc sur case noire a3 · Pion blanc sur case blanche d3 · Pion blanc sur case blanche h3 · Pion blanc sur case noire b2 · Pion blanc sur case blanche c2 · Pion blanc sur case noire f2 · Fou blanc sur case blanche g2 · Tour blanche sur case noire a1 · Tour blanche sur case noire e1 · Roi blanc sur case noire g1 | 3 |
| 2 | Tour noire sur case blanche c8 · Tour noire sur case blanche e8 · Fou noir sur case noire f8 · Pion noir sur case noire a7 · Pion noir sur case blanche b7 · Pion noir sur case blanche f7 · Roi noir sur case noire g7 · Pion noir sur case blanche h7 · Cavalier noir sur case blanche c6 · Fou noir sur case blanche e6 · Pion noir sur case blanche g6 · Pion noir sur case noire c5 · Cavalier blanc sur case blanche d5 · Pion noir sur case noire d4 · Cavalier blanc sur case blanche e4 · Pion blanc sur case blanche g4 · Pion blanc sur case noire a3 · Pion blanc sur case blanche d3 · Pion blanc sur case blanche h3 · Pion blanc sur case noire b2 · Pion blanc sur case blanche c2 · Pion blanc sur case noire f2 · Fou blanc sur case blanche g2 · Tour blanche sur case noire a1 · Tour blanche sur case noire e1 · Roi blanc sur case noire g1 | Tour noire sur case blanche c8 · Tour noire sur case blanche e8 · Fou noir sur case noire f8 · Pion noir sur case noire a7 · Pion noir sur case blanche b7 · Pion noir sur case blanche f7 · Roi noir sur case noire g7 · Pion noir sur case blanche h7 · Cavalier noir sur case blanche c6 · Fou noir sur case blanche e6 · Pion noir sur case blanche g6 · Pion noir sur case noire c5 · Cavalier blanc sur case blanche d5 · Pion noir sur case noire d4 · Cavalier blanc sur case blanche e4 · Pion blanc sur case blanche g4 · Pion blanc sur case noire a3 · Pion blanc sur case blanche d3 · Pion blanc sur case blanche h3 · Pion blanc sur case noire b2 · Pion blanc sur case blanche c2 · Pion blanc sur case noire f2 · Fou blanc sur case blanche g2 · Tour blanche sur case noire a1 · Tour blanche sur case noire e1 · Roi blanc sur case noire g1 | Tour noire sur case blanche c8 · Tour noire sur case blanche e8 · Fou noir sur case noire f8 · Pion noir sur case noire a7 · Pion noir sur case blanche b7 · Pion noir sur case blanche f7 · Roi noir sur case noire g7 · Pion noir sur case blanche h7 · Cavalier noir sur case blanche c6 · Fou noir sur case blanche e6 · Pion noir sur case blanche g6 · Pion noir sur case noire c5 · Cavalier blanc sur case blanche d5 · Pion noir sur case noire d4 · Cavalier blanc sur case blanche e4 · Pion blanc sur case blanche g4 · Pion blanc sur case noire a3 · Pion blanc sur case blanche d3 · Pion blanc sur case blanche h3 · Pion blanc sur case noire b2 · Pion blanc sur case blanche c2 · Pion blanc sur case noire f2 · Fou blanc sur case blanche g2 · Tour blanche sur case noire a1 · Tour blanche sur case noire e1 · Roi blanc sur case noire g1 | Tour noire sur case blanche c8 · Tour noire sur case blanche e8 · Fou noir sur case noire f8 · Pion noir sur case noire a7 · Pion noir sur case blanche b7 · Pion noir sur case blanche f7 · Roi noir sur case noire g7 · Pion noir sur case blanche h7 · Cavalier noir sur case blanche c6 · Fou noir sur case blanche e6 · Pion noir sur case blanche g6 · Pion noir sur case noire c5 · Cavalier blanc sur case blanche d5 · Pion noir sur case noire d4 · Cavalier blanc sur case blanche e4 · Pion blanc sur case blanche g4 · Pion blanc sur case noire a3 · Pion blanc sur case blanche d3 · Pion blanc sur case blanche h3 · Pion blanc sur case noire b2 · Pion blanc sur case blanche c2 · Pion blanc sur case noire f2 · Fou blanc sur case blanche g2 · Tour blanche sur case noire a1 · Tour blanche sur case noire e1 · Roi blanc sur case noire g1 | Tour noire sur case blanche c8 · Tour noire sur case blanche e8 · Fou noir sur case noire f8 · Pion noir sur case noire a7 · Pion noir sur case blanche b7 · Pion noir sur case blanche f7 · Roi noir sur case noire g7 · Pion noir sur case blanche h7 · Cavalier noir sur case blanche c6 · Fou noir sur case blanche e6 · Pion noir sur case blanche g6 · Pion noir sur case noire c5 · Cavalier blanc sur case blanche d5 · Pion noir sur case noire d4 · Cavalier blanc sur case blanche e4 · Pion blanc sur case blanche g4 · Pion blanc sur case noire a3 · Pion blanc sur case blanche d3 · Pion blanc sur case blanche h3 · Pion blanc sur case noire b2 · Pion blanc sur case blanche c2 · Pion blanc sur case noire f2 · Fou blanc sur case blanche g2 · Tour blanche sur case noire a1 · Tour blanche sur case noire e1 · Roi blanc sur case noire g1 | Tour noire sur case blanche c8 · Tour noire sur case blanche e8 · Fou noir sur case noire f8 · Pion noir sur case noire a7 · Pion noir sur case blanche b7 · Pion noir sur case blanche f7 · Roi noir sur case noire g7 · Pion noir sur case blanche h7 · Cavalier noir sur case blanche c6 · Fou noir sur case blanche e6 · Pion noir sur case blanche g6 · Pion noir sur case noire c5 · Cavalier blanc sur case blanche d5 · Pion noir sur case noire d4 · Cavalier blanc sur case blanche e4 · Pion blanc sur case blanche g4 · Pion blanc sur case noire a3 · Pion blanc sur case blanche d3 · Pion blanc sur case blanche h3 · Pion blanc sur case noire b2 · Pion blanc sur case blanche c2 · Pion blanc sur case noire f2 · Fou blanc sur case blanche g2 · Tour blanche sur case noire a1 · Tour blanche sur case noire e1 · Roi blanc sur case noire g1 | Tour noire sur case blanche c8 · Tour noire sur case blanche e8 · Fou noir sur case noire f8 · Pion noir sur case noire a7 · Pion noir sur case blanche b7 · Pion noir sur case blanche f7 · Roi noir sur case noire g7 · Pion noir sur case blanche h7 · Cavalier noir sur case blanche c6 · Fou noir sur case blanche e6 · Pion noir sur case blanche g6 · Pion noir sur case noire c5 · Cavalier blanc sur case blanche d5 · Pion noir sur case noire d4 · Cavalier blanc sur case blanche e4 · Pion blanc sur case blanche g4 · Pion blanc sur case noire a3 · Pion blanc sur case blanche d3 · Pion blanc sur case blanche h3 · Pion blanc sur case noire b2 · Pion blanc sur case blanche c2 · Pion blanc sur case noire f2 · Fou blanc sur case blanche g2 · Tour blanche sur case noire a1 · Tour blanche sur case noire e1 · Roi blanc sur case noire g1 | Tour noire sur case blanche c8 · Tour noire sur case blanche e8 · Fou noir sur case noire f8 · Pion noir sur case noire a7 · Pion noir sur case blanche b7 · Pion noir sur case blanche f7 · Roi noir sur case noire g7 · Pion noir sur case blanche h7 · Cavalier noir sur case blanche c6 · Fou noir sur case blanche e6 · Pion noir sur case blanche g6 · Pion noir sur case noire c5 · Cavalier blanc sur case blanche d5 · Pion noir sur case noire d4 · Cavalier blanc sur case blanche e4 · Pion blanc sur case blanche g4 · Pion blanc sur case noire a3 · Pion blanc sur case blanche d3 · Pion blanc sur case blanche h3 · Pion blanc sur case noire b2 · Pion blanc sur case blanche c2 · Pion blanc sur case noire f2 · Fou blanc sur case blanche g2 · Tour blanche sur case noire a1 · Tour blanche sur case noire e1 · Roi blanc sur case noire g1 | 2 |
| 1 | Tour noire sur case blanche c8 · Tour noire sur case blanche e8 · Fou noir sur case noire f8 · Pion noir sur case noire a7 · Pion noir sur case blanche b7 · Pion noir sur case blanche f7 · Roi noir sur case noire g7 · Pion noir sur case blanche h7 · Cavalier noir sur case blanche c6 · Fou noir sur case blanche e6 · Pion noir sur case blanche g6 · Pion noir sur case noire c5 · Cavalier blanc sur case blanche d5 · Pion noir sur case noire d4 · Cavalier blanc sur case blanche e4 · Pion blanc sur case blanche g4 · Pion blanc sur case noire a3 · Pion blanc sur case blanche d3 · Pion blanc sur case blanche h3 · Pion blanc sur case noire b2 · Pion blanc sur case blanche c2 · Pion blanc sur case noire f2 · Fou blanc sur case blanche g2 · Tour blanche sur case noire a1 · Tour blanche sur case noire e1 · Roi blanc sur case noire g1 | Tour noire sur case blanche c8 · Tour noire sur case blanche e8 · Fou noir sur case noire f8 · Pion noir sur case noire a7 · Pion noir sur case blanche b7 · Pion noir sur case blanche f7 · Roi noir sur case noire g7 · Pion noir sur case blanche h7 · Cavalier noir sur case blanche c6 · Fou noir sur case blanche e6 · Pion noir sur case blanche g6 · Pion noir sur case noire c5 · Cavalier blanc sur case blanche d5 · Pion noir sur case noire d4 · Cavalier blanc sur case blanche e4 · Pion blanc sur case blanche g4 · Pion blanc sur case noire a3 · Pion blanc sur case blanche d3 · Pion blanc sur case blanche h3 · Pion blanc sur case noire b2 · Pion blanc sur case blanche c2 · Pion blanc sur case noire f2 · Fou blanc sur case blanche g2 · Tour blanche sur case noire a1 · Tour blanche sur case noire e1 · Roi blanc sur case noire g1 | Tour noire sur case blanche c8 · Tour noire sur case blanche e8 · Fou noir sur case noire f8 · Pion noir sur case noire a7 · Pion noir sur case blanche b7 · Pion noir sur case blanche f7 · Roi noir sur case noire g7 · Pion noir sur case blanche h7 · Cavalier noir sur case blanche c6 · Fou noir sur case blanche e6 · Pion noir sur case blanche g6 · Pion noir sur case noire c5 · Cavalier blanc sur case blanche d5 · Pion noir sur case noire d4 · Cavalier blanc sur case blanche e4 · Pion blanc sur case blanche g4 · Pion blanc sur case noire a3 · Pion blanc sur case blanche d3 · Pion blanc sur case blanche h3 · Pion blanc sur case noire b2 · Pion blanc sur case blanche c2 · Pion blanc sur case noire f2 · Fou blanc sur case blanche g2 · Tour blanche sur case noire a1 · Tour blanche sur case noire e1 · Roi blanc sur case noire g1 | Tour noire sur case blanche c8 · Tour noire sur case blanche e8 · Fou noir sur case noire f8 · Pion noir sur case noire a7 · Pion noir sur case blanche b7 · Pion noir sur case blanche f7 · Roi noir sur case noire g7 · Pion noir sur case blanche h7 · Cavalier noir sur case blanche c6 · Fou noir sur case blanche e6 · Pion noir sur case blanche g6 · Pion noir sur case noire c5 · Cavalier blanc sur case blanche d5 · Pion noir sur case noire d4 · Cavalier blanc sur case blanche e4 · Pion blanc sur case blanche g4 · Pion blanc sur case noire a3 · Pion blanc sur case blanche d3 · Pion blanc sur case blanche h3 · Pion blanc sur case noire b2 · Pion blanc sur case blanche c2 · Pion blanc sur case noire f2 · Fou blanc sur case blanche g2 · Tour blanche sur case noire a1 · Tour blanche sur case noire e1 · Roi blanc sur case noire g1 | Tour noire sur case blanche c8 · Tour noire sur case blanche e8 · Fou noir sur case noire f8 · Pion noir sur case noire a7 · Pion noir sur case blanche b7 · Pion noir sur case blanche f7 · Roi noir sur case noire g7 · Pion noir sur case blanche h7 · Cavalier noir sur case blanche c6 · Fou noir sur case blanche e6 · Pion noir sur case blanche g6 · Pion noir sur case noire c5 · Cavalier blanc sur case blanche d5 · Pion noir sur case noire d4 · Cavalier blanc sur case blanche e4 · Pion blanc sur case blanche g4 · Pion blanc sur case noire a3 · Pion blanc sur case blanche d3 · Pion blanc sur case blanche h3 · Pion blanc sur case noire b2 · Pion blanc sur case blanche c2 · Pion blanc sur case noire f2 · Fou blanc sur case blanche g2 · Tour blanche sur case noire a1 · Tour blanche sur case noire e1 · Roi blanc sur case noire g1 | Tour noire sur case blanche c8 · Tour noire sur case blanche e8 · Fou noir sur case noire f8 · Pion noir sur case noire a7 · Pion noir sur case blanche b7 · Pion noir sur case blanche f7 · Roi noir sur case noire g7 · Pion noir sur case blanche h7 · Cavalier noir sur case blanche c6 · Fou noir sur case blanche e6 · Pion noir sur case blanche g6 · Pion noir sur case noire c5 · Cavalier blanc sur case blanche d5 · Pion noir sur case noire d4 · Cavalier blanc sur case blanche e4 · Pion blanc sur case blanche g4 · Pion blanc sur case noire a3 · Pion blanc sur case blanche d3 · Pion blanc sur case blanche h3 · Pion blanc sur case noire b2 · Pion blanc sur case blanche c2 · Pion blanc sur case noire f2 · Fou blanc sur case blanche g2 · Tour blanche sur case noire a1 · Tour blanche sur case noire e1 · Roi blanc sur case noire g1 | Tour noire sur case blanche c8 · Tour noire sur case blanche e8 · Fou noir sur case noire f8 · Pion noir sur case noire a7 · Pion noir sur case blanche b7 · Pion noir sur case blanche f7 · Roi noir sur case noire g7 · Pion noir sur case blanche h7 · Cavalier noir sur case blanche c6 · Fou noir sur case blanche e6 · Pion noir sur case blanche g6 · Pion noir sur case noire c5 · Cavalier blanc sur case blanche d5 · Pion noir sur case noire d4 · Cavalier blanc sur case blanche e4 · Pion blanc sur case blanche g4 · Pion blanc sur case noire a3 · Pion blanc sur case blanche d3 · Pion blanc sur case blanche h3 · Pion blanc sur case noire b2 · Pion blanc sur case blanche c2 · Pion blanc sur case noire f2 · Fou blanc sur case blanche g2 · Tour blanche sur case noire a1 · Tour blanche sur case noire e1 · Roi blanc sur case noire g1 | Tour noire sur case blanche c8 · Tour noire sur case blanche e8 · Fou noir sur case noire f8 · Pion noir sur case noire a7 · Pion noir sur case blanche b7 · Pion noir sur case blanche f7 · Roi noir sur case noire g7 · Pion noir sur case blanche h7 · Cavalier noir sur case blanche c6 · Fou noir sur case blanche e6 · Pion noir sur case blanche g6 · Pion noir sur case noire c5 · Cavalier blanc sur case blanche d5 · Pion noir sur case noire d4 · Cavalier blanc sur case blanche e4 · Pion blanc sur case blanche g4 · Pion blanc sur case noire a3 · Pion blanc sur case blanche d3 · Pion blanc sur case blanche h3 · Pion blanc sur case noire b2 · Pion blanc sur case blanche c2 · Pion blanc sur case noire f2 · Fou blanc sur case blanche g2 · Tour blanche sur case noire a1 · Tour blanche sur case noire e1 · Roi blanc sur case noire g1 | 1 |
|   | a | b | c | d | e | f | g | h |   |

21 octobre. Après 19...Fe6 la partie était partagée. 
Fischer–Spassky, partie 23 ; Défense sicilienne, Variante fermée (ECO B23) 

1.e4 c5 2.Cc3 e6 3.Cge2 Cc6 4.g3 d5 5.exd5 exd5 6.d3 Cf6 7.Fg2 Fe7 8.Fg5 d4 9.Fxf6 Fxf6 10.Ce4 Fe7 11.Cf4 0-0 12.0-0 Te8 13.Dh5 g6 14.Dd5 Ff5 15.Tfe1 Rg7 16.a3 Tc8 17.h3 Dxd5 18.Cxd5 Ff8 19.g4 Fe6 (diagramme) 20.Cef6 Ted8 21.g5 Fd6 22.Te4 Ce7 23.Th4 Th8 24.Te1 Cf5 25.The4 h6 26.h4 hxg5 27.hxg5 Th4 28.Txh4 Cxh4 29.Te4 Cf5 30.Cf4 Fa2 31.C4d5 Fxd5 32.Cxd5 Rf8 33.Rf1 Te8 34.Txe8+ Rxe8 35.Cf6+ Rd8 36.Fxb7 Ff4 37.Ce4 Fc1 38.a4 Fxb2 39.Cxc5 Fc1 40.Fe4 Fxg5 41.Fxf5 gxf5 42.Cb3 Ff6 43.Rg2 Rd7 44.Rg3 Re6 45.Ca5 Fe5+ 46.Rh4 Ff6+ 47.Rh5 Rd5 48.Rh6 Rc5 49.Rh7 Rb4 50.Cc6+ Rc3 51.Rg8 Rxc2 52.Rxf7 Fh8 53.a5 Rxd3 54.a6 Re2 55.Cxa7 d3 56.Cc6 d2 57.a7 d1=D 58.a8=D Dd5+ 59.Rg6 De6+ 60.Rh7 Fc3 61.Cd8 De7+ 62.Rg6 Df6+ 63.Rh5 Dh8+ 64.Rg6 Dg7+ 65.Rxf5 Df6+ 66.Rg4 Dg6+ 67.Rf4 Fd2+ 68.Re5 Fc3+ 69.Rf4 Dd6+ 70.Rf5 Dd7+ 71.Rg5 De7+ 72.Rf5 Df6+ 73.Rg4 Dg7+ 74.Rf5 Df6+ 75.Rg4 Dg6+ 76.Rf4 Fd2+ 77.Re5 Dg5+ 78.Re6 Dg4+ 79.Rf7 Dd7+ 80.Rg6 ½–½

#### Partie 24: Spassky ½ Fischer ½ (Sicilienne Dragon)
|   | a | b | c | d | e | f | g | h |   |
| 8 | Tour noire sur case blanche c8 · Tour noire sur case noire f8 · Pion noir sur case noire a7 · Dame noire sur case blanche d7 · Pion noir sur case noire e7 · Pion noir sur case blanche f7 · Roi noir sur case noire g7 · Pion noir sur case noire d6 · Cavalier noir sur case noire f6 · Pion noir sur case blanche g6 · Pion noir sur case noire h6 · Pion blanc sur case blanche d5 · Pion blanc sur case blanche c4 · Cavalier blanc sur case noire d4 · Pion blanc sur case noire f4 · Pion blanc sur case noire g3 · Pion blanc sur case blanche a2 · Dame blanche sur case noire d2 · Pion blanc sur case noire h2 · Tour blanche sur case noire c1 · Tour blanche sur case blanche f1 · Roi blanc sur case noire g1 | Tour noire sur case blanche c8 · Tour noire sur case noire f8 · Pion noir sur case noire a7 · Dame noire sur case blanche d7 · Pion noir sur case noire e7 · Pion noir sur case blanche f7 · Roi noir sur case noire g7 · Pion noir sur case noire d6 · Cavalier noir sur case noire f6 · Pion noir sur case blanche g6 · Pion noir sur case noire h6 · Pion blanc sur case blanche d5 · Pion blanc sur case blanche c4 · Cavalier blanc sur case noire d4 · Pion blanc sur case noire f4 · Pion blanc sur case noire g3 · Pion blanc sur case blanche a2 · Dame blanche sur case noire d2 · Pion blanc sur case noire h2 · Tour blanche sur case noire c1 · Tour blanche sur case blanche f1 · Roi blanc sur case noire g1 | Tour noire sur case blanche c8 · Tour noire sur case noire f8 · Pion noir sur case noire a7 · Dame noire sur case blanche d7 · Pion noir sur case noire e7 · Pion noir sur case blanche f7 · Roi noir sur case noire g7 · Pion noir sur case noire d6 · Cavalier noir sur case noire f6 · Pion noir sur case blanche g6 · Pion noir sur case noire h6 · Pion blanc sur case blanche d5 · Pion blanc sur case blanche c4 · Cavalier blanc sur case noire d4 · Pion blanc sur case noire f4 · Pion blanc sur case noire g3 · Pion blanc sur case blanche a2 · Dame blanche sur case noire d2 · Pion blanc sur case noire h2 · Tour blanche sur case noire c1 · Tour blanche sur case blanche f1 · Roi blanc sur case noire g1 | Tour noire sur case blanche c8 · Tour noire sur case noire f8 · Pion noir sur case noire a7 · Dame noire sur case blanche d7 · Pion noir sur case noire e7 · Pion noir sur case blanche f7 · Roi noir sur case noire g7 · Pion noir sur case noire d6 · Cavalier noir sur case noire f6 · Pion noir sur case blanche g6 · Pion noir sur case noire h6 · Pion blanc sur case blanche d5 · Pion blanc sur case blanche c4 · Cavalier blanc sur case noire d4 · Pion blanc sur case noire f4 · Pion blanc sur case noire g3 · Pion blanc sur case blanche a2 · Dame blanche sur case noire d2 · Pion blanc sur case noire h2 · Tour blanche sur case noire c1 · Tour blanche sur case blanche f1 · Roi blanc sur case noire g1 | Tour noire sur case blanche c8 · Tour noire sur case noire f8 · Pion noir sur case noire a7 · Dame noire sur case blanche d7 · Pion noir sur case noire e7 · Pion noir sur case blanche f7 · Roi noir sur case noire g7 · Pion noir sur case noire d6 · Cavalier noir sur case noire f6 · Pion noir sur case blanche g6 · Pion noir sur case noire h6 · Pion blanc sur case blanche d5 · Pion blanc sur case blanche c4 · Cavalier blanc sur case noire d4 · Pion blanc sur case noire f4 · Pion blanc sur case noire g3 · Pion blanc sur case blanche a2 · Dame blanche sur case noire d2 · Pion blanc sur case noire h2 · Tour blanche sur case noire c1 · Tour blanche sur case blanche f1 · Roi blanc sur case noire g1 | Tour noire sur case blanche c8 · Tour noire sur case noire f8 · Pion noir sur case noire a7 · Dame noire sur case blanche d7 · Pion noir sur case noire e7 · Pion noir sur case blanche f7 · Roi noir sur case noire g7 · Pion noir sur case noire d6 · Cavalier noir sur case noire f6 · Pion noir sur case blanche g6 · Pion noir sur case noire h6 · Pion blanc sur case blanche d5 · Pion blanc sur case blanche c4 · Cavalier blanc sur case noire d4 · Pion blanc sur case noire f4 · Pion blanc sur case noire g3 · Pion blanc sur case blanche a2 · Dame blanche sur case noire d2 · Pion blanc sur case noire h2 · Tour blanche sur case noire c1 · Tour blanche sur case blanche f1 · Roi blanc sur case noire g1 | Tour noire sur case blanche c8 · Tour noire sur case noire f8 · Pion noir sur case noire a7 · Dame noire sur case blanche d7 · Pion noir sur case noire e7 · Pion noir sur case blanche f7 · Roi noir sur case noire g7 · Pion noir sur case noire d6 · Cavalier noir sur case noire f6 · Pion noir sur case blanche g6 · Pion noir sur case noire h6 · Pion blanc sur case blanche d5 · Pion blanc sur case blanche c4 · Cavalier blanc sur case noire d4 · Pion blanc sur case noire f4 · Pion blanc sur case noire g3 · Pion blanc sur case blanche a2 · Dame blanche sur case noire d2 · Pion blanc sur case noire h2 · Tour blanche sur case noire c1 · Tour blanche sur case blanche f1 · Roi blanc sur case noire g1 | Tour noire sur case blanche c8 · Tour noire sur case noire f8 · Pion noir sur case noire a7 · Dame noire sur case blanche d7 · Pion noir sur case noire e7 · Pion noir sur case blanche f7 · Roi noir sur case noire g7 · Pion noir sur case noire d6 · Cavalier noir sur case noire f6 · Pion noir sur case blanche g6 · Pion noir sur case noire h6 · Pion blanc sur case blanche d5 · Pion blanc sur case blanche c4 · Cavalier blanc sur case noire d4 · Pion blanc sur case noire f4 · Pion blanc sur case noire g3 · Pion blanc sur case blanche a2 · Dame blanche sur case noire d2 · Pion blanc sur case noire h2 · Tour blanche sur case noire c1 · Tour blanche sur case blanche f1 · Roi blanc sur case noire g1 | 8 |
| 7 | Tour noire sur case blanche c8 · Tour noire sur case noire f8 · Pion noir sur case noire a7 · Dame noire sur case blanche d7 · Pion noir sur case noire e7 · Pion noir sur case blanche f7 · Roi noir sur case noire g7 · Pion noir sur case noire d6 · Cavalier noir sur case noire f6 · Pion noir sur case blanche g6 · Pion noir sur case noire h6 · Pion blanc sur case blanche d5 · Pion blanc sur case blanche c4 · Cavalier blanc sur case noire d4 · Pion blanc sur case noire f4 · Pion blanc sur case noire g3 · Pion blanc sur case blanche a2 · Dame blanche sur case noire d2 · Pion blanc sur case noire h2 · Tour blanche sur case noire c1 · Tour blanche sur case blanche f1 · Roi blanc sur case noire g1 | Tour noire sur case blanche c8 · Tour noire sur case noire f8 · Pion noir sur case noire a7 · Dame noire sur case blanche d7 · Pion noir sur case noire e7 · Pion noir sur case blanche f7 · Roi noir sur case noire g7 · Pion noir sur case noire d6 · Cavalier noir sur case noire f6 · Pion noir sur case blanche g6 · Pion noir sur case noire h6 · Pion blanc sur case blanche d5 · Pion blanc sur case blanche c4 · Cavalier blanc sur case noire d4 · Pion blanc sur case noire f4 · Pion blanc sur case noire g3 · Pion blanc sur case blanche a2 · Dame blanche sur case noire d2 · Pion blanc sur case noire h2 · Tour blanche sur case noire c1 · Tour blanche sur case blanche f1 · Roi blanc sur case noire g1 | Tour noire sur case blanche c8 · Tour noire sur case noire f8 · Pion noir sur case noire a7 · Dame noire sur case blanche d7 · Pion noir sur case noire e7 · Pion noir sur case blanche f7 · Roi noir sur case noire g7 · Pion noir sur case noire d6 · Cavalier noir sur case noire f6 · Pion noir sur case blanche g6 · Pion noir sur case noire h6 · Pion blanc sur case blanche d5 · Pion blanc sur case blanche c4 · Cavalier blanc sur case noire d4 · Pion blanc sur case noire f4 · Pion blanc sur case noire g3 · Pion blanc sur case blanche a2 · Dame blanche sur case noire d2 · Pion blanc sur case noire h2 · Tour blanche sur case noire c1 · Tour blanche sur case blanche f1 · Roi blanc sur case noire g1 | Tour noire sur case blanche c8 · Tour noire sur case noire f8 · Pion noir sur case noire a7 · Dame noire sur case blanche d7 · Pion noir sur case noire e7 · Pion noir sur case blanche f7 · Roi noir sur case noire g7 · Pion noir sur case noire d6 · Cavalier noir sur case noire f6 · Pion noir sur case blanche g6 · Pion noir sur case noire h6 · Pion blanc sur case blanche d5 · Pion blanc sur case blanche c4 · Cavalier blanc sur case noire d4 · Pion blanc sur case noire f4 · Pion blanc sur case noire g3 · Pion blanc sur case blanche a2 · Dame blanche sur case noire d2 · Pion blanc sur case noire h2 · Tour blanche sur case noire c1 · Tour blanche sur case blanche f1 · Roi blanc sur case noire g1 | Tour noire sur case blanche c8 · Tour noire sur case noire f8 · Pion noir sur case noire a7 · Dame noire sur case blanche d7 · Pion noir sur case noire e7 · Pion noir sur case blanche f7 · Roi noir sur case noire g7 · Pion noir sur case noire d6 · Cavalier noir sur case noire f6 · Pion noir sur case blanche g6 · Pion noir sur case noire h6 · Pion blanc sur case blanche d5 · Pion blanc sur case blanche c4 · Cavalier blanc sur case noire d4 · Pion blanc sur case noire f4 · Pion blanc sur case noire g3 · Pion blanc sur case blanche a2 · Dame blanche sur case noire d2 · Pion blanc sur case noire h2 · Tour blanche sur case noire c1 · Tour blanche sur case blanche f1 · Roi blanc sur case noire g1 | Tour noire sur case blanche c8 · Tour noire sur case noire f8 · Pion noir sur case noire a7 · Dame noire sur case blanche d7 · Pion noir sur case noire e7 · Pion noir sur case blanche f7 · Roi noir sur case noire g7 · Pion noir sur case noire d6 · Cavalier noir sur case noire f6 · Pion noir sur case blanche g6 · Pion noir sur case noire h6 · Pion blanc sur case blanche d5 · Pion blanc sur case blanche c4 · Cavalier blanc sur case noire d4 · Pion blanc sur case noire f4 · Pion blanc sur case noire g3 · Pion blanc sur case blanche a2 · Dame blanche sur case noire d2 · Pion blanc sur case noire h2 · Tour blanche sur case noire c1 · Tour blanche sur case blanche f1 · Roi blanc sur case noire g1 | Tour noire sur case blanche c8 · Tour noire sur case noire f8 · Pion noir sur case noire a7 · Dame noire sur case blanche d7 · Pion noir sur case noire e7 · Pion noir sur case blanche f7 · Roi noir sur case noire g7 · Pion noir sur case noire d6 · Cavalier noir sur case noire f6 · Pion noir sur case blanche g6 · Pion noir sur case noire h6 · Pion blanc sur case blanche d5 · Pion blanc sur case blanche c4 · Cavalier blanc sur case noire d4 · Pion blanc sur case noire f4 · Pion blanc sur case noire g3 · Pion blanc sur case blanche a2 · Dame blanche sur case noire d2 · Pion blanc sur case noire h2 · Tour blanche sur case noire c1 · Tour blanche sur case blanche f1 · Roi blanc sur case noire g1 | Tour noire sur case blanche c8 · Tour noire sur case noire f8 · Pion noir sur case noire a7 · Dame noire sur case blanche d7 · Pion noir sur case noire e7 · Pion noir sur case blanche f7 · Roi noir sur case noire g7 · Pion noir sur case noire d6 · Cavalier noir sur case noire f6 · Pion noir sur case blanche g6 · Pion noir sur case noire h6 · Pion blanc sur case blanche d5 · Pion blanc sur case blanche c4 · Cavalier blanc sur case noire d4 · Pion blanc sur case noire f4 · Pion blanc sur case noire g3 · Pion blanc sur case blanche a2 · Dame blanche sur case noire d2 · Pion blanc sur case noire h2 · Tour blanche sur case noire c1 · Tour blanche sur case blanche f1 · Roi blanc sur case noire g1 | 7 |
| 6 | Tour noire sur case blanche c8 · Tour noire sur case noire f8 · Pion noir sur case noire a7 · Dame noire sur case blanche d7 · Pion noir sur case noire e7 · Pion noir sur case blanche f7 · Roi noir sur case noire g7 · Pion noir sur case noire d6 · Cavalier noir sur case noire f6 · Pion noir sur case blanche g6 · Pion noir sur case noire h6 · Pion blanc sur case blanche d5 · Pion blanc sur case blanche c4 · Cavalier blanc sur case noire d4 · Pion blanc sur case noire f4 · Pion blanc sur case noire g3 · Pion blanc sur case blanche a2 · Dame blanche sur case noire d2 · Pion blanc sur case noire h2 · Tour blanche sur case noire c1 · Tour blanche sur case blanche f1 · Roi blanc sur case noire g1 | Tour noire sur case blanche c8 · Tour noire sur case noire f8 · Pion noir sur case noire a7 · Dame noire sur case blanche d7 · Pion noir sur case noire e7 · Pion noir sur case blanche f7 · Roi noir sur case noire g7 · Pion noir sur case noire d6 · Cavalier noir sur case noire f6 · Pion noir sur case blanche g6 · Pion noir sur case noire h6 · Pion blanc sur case blanche d5 · Pion blanc sur case blanche c4 · Cavalier blanc sur case noire d4 · Pion blanc sur case noire f4 · Pion blanc sur case noire g3 · Pion blanc sur case blanche a2 · Dame blanche sur case noire d2 · Pion blanc sur case noire h2 · Tour blanche sur case noire c1 · Tour blanche sur case blanche f1 · Roi blanc sur case noire g1 | Tour noire sur case blanche c8 · Tour noire sur case noire f8 · Pion noir sur case noire a7 · Dame noire sur case blanche d7 · Pion noir sur case noire e7 · Pion noir sur case blanche f7 · Roi noir sur case noire g7 · Pion noir sur case noire d6 · Cavalier noir sur case noire f6 · Pion noir sur case blanche g6 · Pion noir sur case noire h6 · Pion blanc sur case blanche d5 · Pion blanc sur case blanche c4 · Cavalier blanc sur case noire d4 · Pion blanc sur case noire f4 · Pion blanc sur case noire g3 · Pion blanc sur case blanche a2 · Dame blanche sur case noire d2 · Pion blanc sur case noire h2 · Tour blanche sur case noire c1 · Tour blanche sur case blanche f1 · Roi blanc sur case noire g1 | Tour noire sur case blanche c8 · Tour noire sur case noire f8 · Pion noir sur case noire a7 · Dame noire sur case blanche d7 · Pion noir sur case noire e7 · Pion noir sur case blanche f7 · Roi noir sur case noire g7 · Pion noir sur case noire d6 · Cavalier noir sur case noire f6 · Pion noir sur case blanche g6 · Pion noir sur case noire h6 · Pion blanc sur case blanche d5 · Pion blanc sur case blanche c4 · Cavalier blanc sur case noire d4 · Pion blanc sur case noire f4 · Pion blanc sur case noire g3 · Pion blanc sur case blanche a2 · Dame blanche sur case noire d2 · Pion blanc sur case noire h2 · Tour blanche sur case noire c1 · Tour blanche sur case blanche f1 · Roi blanc sur case noire g1 | Tour noire sur case blanche c8 · Tour noire sur case noire f8 · Pion noir sur case noire a7 · Dame noire sur case blanche d7 · Pion noir sur case noire e7 · Pion noir sur case blanche f7 · Roi noir sur case noire g7 · Pion noir sur case noire d6 · Cavalier noir sur case noire f6 · Pion noir sur case blanche g6 · Pion noir sur case noire h6 · Pion blanc sur case blanche d5 · Pion blanc sur case blanche c4 · Cavalier blanc sur case noire d4 · Pion blanc sur case noire f4 · Pion blanc sur case noire g3 · Pion blanc sur case blanche a2 · Dame blanche sur case noire d2 · Pion blanc sur case noire h2 · Tour blanche sur case noire c1 · Tour blanche sur case blanche f1 · Roi blanc sur case noire g1 | Tour noire sur case blanche c8 · Tour noire sur case noire f8 · Pion noir sur case noire a7 · Dame noire sur case blanche d7 · Pion noir sur case noire e7 · Pion noir sur case blanche f7 · Roi noir sur case noire g7 · Pion noir sur case noire d6 · Cavalier noir sur case noire f6 · Pion noir sur case blanche g6 · Pion noir sur case noire h6 · Pion blanc sur case blanche d5 · Pion blanc sur case blanche c4 · Cavalier blanc sur case noire d4 · Pion blanc sur case noire f4 · Pion blanc sur case noire g3 · Pion blanc sur case blanche a2 · Dame blanche sur case noire d2 · Pion blanc sur case noire h2 · Tour blanche sur case noire c1 · Tour blanche sur case blanche f1 · Roi blanc sur case noire g1 | Tour noire sur case blanche c8 · Tour noire sur case noire f8 · Pion noir sur case noire a7 · Dame noire sur case blanche d7 · Pion noir sur case noire e7 · Pion noir sur case blanche f7 · Roi noir sur case noire g7 · Pion noir sur case noire d6 · Cavalier noir sur case noire f6 · Pion noir sur case blanche g6 · Pion noir sur case noire h6 · Pion blanc sur case blanche d5 · Pion blanc sur case blanche c4 · Cavalier blanc sur case noire d4 · Pion blanc sur case noire f4 · Pion blanc sur case noire g3 · Pion blanc sur case blanche a2 · Dame blanche sur case noire d2 · Pion blanc sur case noire h2 · Tour blanche sur case noire c1 · Tour blanche sur case blanche f1 · Roi blanc sur case noire g1 | Tour noire sur case blanche c8 · Tour noire sur case noire f8 · Pion noir sur case noire a7 · Dame noire sur case blanche d7 · Pion noir sur case noire e7 · Pion noir sur case blanche f7 · Roi noir sur case noire g7 · Pion noir sur case noire d6 · Cavalier noir sur case noire f6 · Pion noir sur case blanche g6 · Pion noir sur case noire h6 · Pion blanc sur case blanche d5 · Pion blanc sur case blanche c4 · Cavalier blanc sur case noire d4 · Pion blanc sur case noire f4 · Pion blanc sur case noire g3 · Pion blanc sur case blanche a2 · Dame blanche sur case noire d2 · Pion blanc sur case noire h2 · Tour blanche sur case noire c1 · Tour blanche sur case blanche f1 · Roi blanc sur case noire g1 | 6 |
| 5 | Tour noire sur case blanche c8 · Tour noire sur case noire f8 · Pion noir sur case noire a7 · Dame noire sur case blanche d7 · Pion noir sur case noire e7 · Pion noir sur case blanche f7 · Roi noir sur case noire g7 · Pion noir sur case noire d6 · Cavalier noir sur case noire f6 · Pion noir sur case blanche g6 · Pion noir sur case noire h6 · Pion blanc sur case blanche d5 · Pion blanc sur case blanche c4 · Cavalier blanc sur case noire d4 · Pion blanc sur case noire f4 · Pion blanc sur case noire g3 · Pion blanc sur case blanche a2 · Dame blanche sur case noire d2 · Pion blanc sur case noire h2 · Tour blanche sur case noire c1 · Tour blanche sur case blanche f1 · Roi blanc sur case noire g1 | Tour noire sur case blanche c8 · Tour noire sur case noire f8 · Pion noir sur case noire a7 · Dame noire sur case blanche d7 · Pion noir sur case noire e7 · Pion noir sur case blanche f7 · Roi noir sur case noire g7 · Pion noir sur case noire d6 · Cavalier noir sur case noire f6 · Pion noir sur case blanche g6 · Pion noir sur case noire h6 · Pion blanc sur case blanche d5 · Pion blanc sur case blanche c4 · Cavalier blanc sur case noire d4 · Pion blanc sur case noire f4 · Pion blanc sur case noire g3 · Pion blanc sur case blanche a2 · Dame blanche sur case noire d2 · Pion blanc sur case noire h2 · Tour blanche sur case noire c1 · Tour blanche sur case blanche f1 · Roi blanc sur case noire g1 | Tour noire sur case blanche c8 · Tour noire sur case noire f8 · Pion noir sur case noire a7 · Dame noire sur case blanche d7 · Pion noir sur case noire e7 · Pion noir sur case blanche f7 · Roi noir sur case noire g7 · Pion noir sur case noire d6 · Cavalier noir sur case noire f6 · Pion noir sur case blanche g6 · Pion noir sur case noire h6 · Pion blanc sur case blanche d5 · Pion blanc sur case blanche c4 · Cavalier blanc sur case noire d4 · Pion blanc sur case noire f4 · Pion blanc sur case noire g3 · Pion blanc sur case blanche a2 · Dame blanche sur case noire d2 · Pion blanc sur case noire h2 · Tour blanche sur case noire c1 · Tour blanche sur case blanche f1 · Roi blanc sur case noire g1 | Tour noire sur case blanche c8 · Tour noire sur case noire f8 · Pion noir sur case noire a7 · Dame noire sur case blanche d7 · Pion noir sur case noire e7 · Pion noir sur case blanche f7 · Roi noir sur case noire g7 · Pion noir sur case noire d6 · Cavalier noir sur case noire f6 · Pion noir sur case blanche g6 · Pion noir sur case noire h6 · Pion blanc sur case blanche d5 · Pion blanc sur case blanche c4 · Cavalier blanc sur case noire d4 · Pion blanc sur case noire f4 · Pion blanc sur case noire g3 · Pion blanc sur case blanche a2 · Dame blanche sur case noire d2 · Pion blanc sur case noire h2 · Tour blanche sur case noire c1 · Tour blanche sur case blanche f1 · Roi blanc sur case noire g1 | Tour noire sur case blanche c8 · Tour noire sur case noire f8 · Pion noir sur case noire a7 · Dame noire sur case blanche d7 · Pion noir sur case noire e7 · Pion noir sur case blanche f7 · Roi noir sur case noire g7 · Pion noir sur case noire d6 · Cavalier noir sur case noire f6 · Pion noir sur case blanche g6 · Pion noir sur case noire h6 · Pion blanc sur case blanche d5 · Pion blanc sur case blanche c4 · Cavalier blanc sur case noire d4 · Pion blanc sur case noire f4 · Pion blanc sur case noire g3 · Pion blanc sur case blanche a2 · Dame blanche sur case noire d2 · Pion blanc sur case noire h2 · Tour blanche sur case noire c1 · Tour blanche sur case blanche f1 · Roi blanc sur case noire g1 | Tour noire sur case blanche c8 · Tour noire sur case noire f8 · Pion noir sur case noire a7 · Dame noire sur case blanche d7 · Pion noir sur case noire e7 · Pion noir sur case blanche f7 · Roi noir sur case noire g7 · Pion noir sur case noire d6 · Cavalier noir sur case noire f6 · Pion noir sur case blanche g6 · Pion noir sur case noire h6 · Pion blanc sur case blanche d5 · Pion blanc sur case blanche c4 · Cavalier blanc sur case noire d4 · Pion blanc sur case noire f4 · Pion blanc sur case noire g3 · Pion blanc sur case blanche a2 · Dame blanche sur case noire d2 · Pion blanc sur case noire h2 · Tour blanche sur case noire c1 · Tour blanche sur case blanche f1 · Roi blanc sur case noire g1 | Tour noire sur case blanche c8 · Tour noire sur case noire f8 · Pion noir sur case noire a7 · Dame noire sur case blanche d7 · Pion noir sur case noire e7 · Pion noir sur case blanche f7 · Roi noir sur case noire g7 · Pion noir sur case noire d6 · Cavalier noir sur case noire f6 · Pion noir sur case blanche g6 · Pion noir sur case noire h6 · Pion blanc sur case blanche d5 · Pion blanc sur case blanche c4 · Cavalier blanc sur case noire d4 · Pion blanc sur case noire f4 · Pion blanc sur case noire g3 · Pion blanc sur case blanche a2 · Dame blanche sur case noire d2 · Pion blanc sur case noire h2 · Tour blanche sur case noire c1 · Tour blanche sur case blanche f1 · Roi blanc sur case noire g1 | Tour noire sur case blanche c8 · Tour noire sur case noire f8 · Pion noir sur case noire a7 · Dame noire sur case blanche d7 · Pion noir sur case noire e7 · Pion noir sur case blanche f7 · Roi noir sur case noire g7 · Pion noir sur case noire d6 · Cavalier noir sur case noire f6 · Pion noir sur case blanche g6 · Pion noir sur case noire h6 · Pion blanc sur case blanche d5 · Pion blanc sur case blanche c4 · Cavalier blanc sur case noire d4 · Pion blanc sur case noire f4 · Pion blanc sur case noire g3 · Pion blanc sur case blanche a2 · Dame blanche sur case noire d2 · Pion blanc sur case noire h2 · Tour blanche sur case noire c1 · Tour blanche sur case blanche f1 · Roi blanc sur case noire g1 | 5 |
| 4 | Tour noire sur case blanche c8 · Tour noire sur case noire f8 · Pion noir sur case noire a7 · Dame noire sur case blanche d7 · Pion noir sur case noire e7 · Pion noir sur case blanche f7 · Roi noir sur case noire g7 · Pion noir sur case noire d6 · Cavalier noir sur case noire f6 · Pion noir sur case blanche g6 · Pion noir sur case noire h6 · Pion blanc sur case blanche d5 · Pion blanc sur case blanche c4 · Cavalier blanc sur case noire d4 · Pion blanc sur case noire f4 · Pion blanc sur case noire g3 · Pion blanc sur case blanche a2 · Dame blanche sur case noire d2 · Pion blanc sur case noire h2 · Tour blanche sur case noire c1 · Tour blanche sur case blanche f1 · Roi blanc sur case noire g1 | Tour noire sur case blanche c8 · Tour noire sur case noire f8 · Pion noir sur case noire a7 · Dame noire sur case blanche d7 · Pion noir sur case noire e7 · Pion noir sur case blanche f7 · Roi noir sur case noire g7 · Pion noir sur case noire d6 · Cavalier noir sur case noire f6 · Pion noir sur case blanche g6 · Pion noir sur case noire h6 · Pion blanc sur case blanche d5 · Pion blanc sur case blanche c4 · Cavalier blanc sur case noire d4 · Pion blanc sur case noire f4 · Pion blanc sur case noire g3 · Pion blanc sur case blanche a2 · Dame blanche sur case noire d2 · Pion blanc sur case noire h2 · Tour blanche sur case noire c1 · Tour blanche sur case blanche f1 · Roi blanc sur case noire g1 | Tour noire sur case blanche c8 · Tour noire sur case noire f8 · Pion noir sur case noire a7 · Dame noire sur case blanche d7 · Pion noir sur case noire e7 · Pion noir sur case blanche f7 · Roi noir sur case noire g7 · Pion noir sur case noire d6 · Cavalier noir sur case noire f6 · Pion noir sur case blanche g6 · Pion noir sur case noire h6 · Pion blanc sur case blanche d5 · Pion blanc sur case blanche c4 · Cavalier blanc sur case noire d4 · Pion blanc sur case noire f4 · Pion blanc sur case noire g3 · Pion blanc sur case blanche a2 · Dame blanche sur case noire d2 · Pion blanc sur case noire h2 · Tour blanche sur case noire c1 · Tour blanche sur case blanche f1 · Roi blanc sur case noire g1 | Tour noire sur case blanche c8 · Tour noire sur case noire f8 · Pion noir sur case noire a7 · Dame noire sur case blanche d7 · Pion noir sur case noire e7 · Pion noir sur case blanche f7 · Roi noir sur case noire g7 · Pion noir sur case noire d6 · Cavalier noir sur case noire f6 · Pion noir sur case blanche g6 · Pion noir sur case noire h6 · Pion blanc sur case blanche d5 · Pion blanc sur case blanche c4 · Cavalier blanc sur case noire d4 · Pion blanc sur case noire f4 · Pion blanc sur case noire g3 · Pion blanc sur case blanche a2 · Dame blanche sur case noire d2 · Pion blanc sur case noire h2 · Tour blanche sur case noire c1 · Tour blanche sur case blanche f1 · Roi blanc sur case noire g1 | Tour noire sur case blanche c8 · Tour noire sur case noire f8 · Pion noir sur case noire a7 · Dame noire sur case blanche d7 · Pion noir sur case noire e7 · Pion noir sur case blanche f7 · Roi noir sur case noire g7 · Pion noir sur case noire d6 · Cavalier noir sur case noire f6 · Pion noir sur case blanche g6 · Pion noir sur case noire h6 · Pion blanc sur case blanche d5 · Pion blanc sur case blanche c4 · Cavalier blanc sur case noire d4 · Pion blanc sur case noire f4 · Pion blanc sur case noire g3 · Pion blanc sur case blanche a2 · Dame blanche sur case noire d2 · Pion blanc sur case noire h2 · Tour blanche sur case noire c1 · Tour blanche sur case blanche f1 · Roi blanc sur case noire g1 | Tour noire sur case blanche c8 · Tour noire sur case noire f8 · Pion noir sur case noire a7 · Dame noire sur case blanche d7 · Pion noir sur case noire e7 · Pion noir sur case blanche f7 · Roi noir sur case noire g7 · Pion noir sur case noire d6 · Cavalier noir sur case noire f6 · Pion noir sur case blanche g6 · Pion noir sur case noire h6 · Pion blanc sur case blanche d5 · Pion blanc sur case blanche c4 · Cavalier blanc sur case noire d4 · Pion blanc sur case noire f4 · Pion blanc sur case noire g3 · Pion blanc sur case blanche a2 · Dame blanche sur case noire d2 · Pion blanc sur case noire h2 · Tour blanche sur case noire c1 · Tour blanche sur case blanche f1 · Roi blanc sur case noire g1 | Tour noire sur case blanche c8 · Tour noire sur case noire f8 · Pion noir sur case noire a7 · Dame noire sur case blanche d7 · Pion noir sur case noire e7 · Pion noir sur case blanche f7 · Roi noir sur case noire g7 · Pion noir sur case noire d6 · Cavalier noir sur case noire f6 · Pion noir sur case blanche g6 · Pion noir sur case noire h6 · Pion blanc sur case blanche d5 · Pion blanc sur case blanche c4 · Cavalier blanc sur case noire d4 · Pion blanc sur case noire f4 · Pion blanc sur case noire g3 · Pion blanc sur case blanche a2 · Dame blanche sur case noire d2 · Pion blanc sur case noire h2 · Tour blanche sur case noire c1 · Tour blanche sur case blanche f1 · Roi blanc sur case noire g1 | Tour noire sur case blanche c8 · Tour noire sur case noire f8 · Pion noir sur case noire a7 · Dame noire sur case blanche d7 · Pion noir sur case noire e7 · Pion noir sur case blanche f7 · Roi noir sur case noire g7 · Pion noir sur case noire d6 · Cavalier noir sur case noire f6 · Pion noir sur case blanche g6 · Pion noir sur case noire h6 · Pion blanc sur case blanche d5 · Pion blanc sur case blanche c4 · Cavalier blanc sur case noire d4 · Pion blanc sur case noire f4 · Pion blanc sur case noire g3 · Pion blanc sur case blanche a2 · Dame blanche sur case noire d2 · Pion blanc sur case noire h2 · Tour blanche sur case noire c1 · Tour blanche sur case blanche f1 · Roi blanc sur case noire g1 | 4 |
| 3 | Tour noire sur case blanche c8 · Tour noire sur case noire f8 · Pion noir sur case noire a7 · Dame noire sur case blanche d7 · Pion noir sur case noire e7 · Pion noir sur case blanche f7 · Roi noir sur case noire g7 · Pion noir sur case noire d6 · Cavalier noir sur case noire f6 · Pion noir sur case blanche g6 · Pion noir sur case noire h6 · Pion blanc sur case blanche d5 · Pion blanc sur case blanche c4 · Cavalier blanc sur case noire d4 · Pion blanc sur case noire f4 · Pion blanc sur case noire g3 · Pion blanc sur case blanche a2 · Dame blanche sur case noire d2 · Pion blanc sur case noire h2 · Tour blanche sur case noire c1 · Tour blanche sur case blanche f1 · Roi blanc sur case noire g1 | Tour noire sur case blanche c8 · Tour noire sur case noire f8 · Pion noir sur case noire a7 · Dame noire sur case blanche d7 · Pion noir sur case noire e7 · Pion noir sur case blanche f7 · Roi noir sur case noire g7 · Pion noir sur case noire d6 · Cavalier noir sur case noire f6 · Pion noir sur case blanche g6 · Pion noir sur case noire h6 · Pion blanc sur case blanche d5 · Pion blanc sur case blanche c4 · Cavalier blanc sur case noire d4 · Pion blanc sur case noire f4 · Pion blanc sur case noire g3 · Pion blanc sur case blanche a2 · Dame blanche sur case noire d2 · Pion blanc sur case noire h2 · Tour blanche sur case noire c1 · Tour blanche sur case blanche f1 · Roi blanc sur case noire g1 | Tour noire sur case blanche c8 · Tour noire sur case noire f8 · Pion noir sur case noire a7 · Dame noire sur case blanche d7 · Pion noir sur case noire e7 · Pion noir sur case blanche f7 · Roi noir sur case noire g7 · Pion noir sur case noire d6 · Cavalier noir sur case noire f6 · Pion noir sur case blanche g6 · Pion noir sur case noire h6 · Pion blanc sur case blanche d5 · Pion blanc sur case blanche c4 · Cavalier blanc sur case noire d4 · Pion blanc sur case noire f4 · Pion blanc sur case noire g3 · Pion blanc sur case blanche a2 · Dame blanche sur case noire d2 · Pion blanc sur case noire h2 · Tour blanche sur case noire c1 · Tour blanche sur case blanche f1 · Roi blanc sur case noire g1 | Tour noire sur case blanche c8 · Tour noire sur case noire f8 · Pion noir sur case noire a7 · Dame noire sur case blanche d7 · Pion noir sur case noire e7 · Pion noir sur case blanche f7 · Roi noir sur case noire g7 · Pion noir sur case noire d6 · Cavalier noir sur case noire f6 · Pion noir sur case blanche g6 · Pion noir sur case noire h6 · Pion blanc sur case blanche d5 · Pion blanc sur case blanche c4 · Cavalier blanc sur case noire d4 · Pion blanc sur case noire f4 · Pion blanc sur case noire g3 · Pion blanc sur case blanche a2 · Dame blanche sur case noire d2 · Pion blanc sur case noire h2 · Tour blanche sur case noire c1 · Tour blanche sur case blanche f1 · Roi blanc sur case noire g1 | Tour noire sur case blanche c8 · Tour noire sur case noire f8 · Pion noir sur case noire a7 · Dame noire sur case blanche d7 · Pion noir sur case noire e7 · Pion noir sur case blanche f7 · Roi noir sur case noire g7 · Pion noir sur case noire d6 · Cavalier noir sur case noire f6 · Pion noir sur case blanche g6 · Pion noir sur case noire h6 · Pion blanc sur case blanche d5 · Pion blanc sur case blanche c4 · Cavalier blanc sur case noire d4 · Pion blanc sur case noire f4 · Pion blanc sur case noire g3 · Pion blanc sur case blanche a2 · Dame blanche sur case noire d2 · Pion blanc sur case noire h2 · Tour blanche sur case noire c1 · Tour blanche sur case blanche f1 · Roi blanc sur case noire g1 | Tour noire sur case blanche c8 · Tour noire sur case noire f8 · Pion noir sur case noire a7 · Dame noire sur case blanche d7 · Pion noir sur case noire e7 · Pion noir sur case blanche f7 · Roi noir sur case noire g7 · Pion noir sur case noire d6 · Cavalier noir sur case noire f6 · Pion noir sur case blanche g6 · Pion noir sur case noire h6 · Pion blanc sur case blanche d5 · Pion blanc sur case blanche c4 · Cavalier blanc sur case noire d4 · Pion blanc sur case noire f4 · Pion blanc sur case noire g3 · Pion blanc sur case blanche a2 · Dame blanche sur case noire d2 · Pion blanc sur case noire h2 · Tour blanche sur case noire c1 · Tour blanche sur case blanche f1 · Roi blanc sur case noire g1 | Tour noire sur case blanche c8 · Tour noire sur case noire f8 · Pion noir sur case noire a7 · Dame noire sur case blanche d7 · Pion noir sur case noire e7 · Pion noir sur case blanche f7 · Roi noir sur case noire g7 · Pion noir sur case noire d6 · Cavalier noir sur case noire f6 · Pion noir sur case blanche g6 · Pion noir sur case noire h6 · Pion blanc sur case blanche d5 · Pion blanc sur case blanche c4 · Cavalier blanc sur case noire d4 · Pion blanc sur case noire f4 · Pion blanc sur case noire g3 · Pion blanc sur case blanche a2 · Dame blanche sur case noire d2 · Pion blanc sur case noire h2 · Tour blanche sur case noire c1 · Tour blanche sur case blanche f1 · Roi blanc sur case noire g1 | Tour noire sur case blanche c8 · Tour noire sur case noire f8 · Pion noir sur case noire a7 · Dame noire sur case blanche d7 · Pion noir sur case noire e7 · Pion noir sur case blanche f7 · Roi noir sur case noire g7 · Pion noir sur case noire d6 · Cavalier noir sur case noire f6 · Pion noir sur case blanche g6 · Pion noir sur case noire h6 · Pion blanc sur case blanche d5 · Pion blanc sur case blanche c4 · Cavalier blanc sur case noire d4 · Pion blanc sur case noire f4 · Pion blanc sur case noire g3 · Pion blanc sur case blanche a2 · Dame blanche sur case noire d2 · Pion blanc sur case noire h2 · Tour blanche sur case noire c1 · Tour blanche sur case blanche f1 · Roi blanc sur case noire g1 | 3 |
| 2 | Tour noire sur case blanche c8 · Tour noire sur case noire f8 · Pion noir sur case noire a7 · Dame noire sur case blanche d7 · Pion noir sur case noire e7 · Pion noir sur case blanche f7 · Roi noir sur case noire g7 · Pion noir sur case noire d6 · Cavalier noir sur case noire f6 · Pion noir sur case blanche g6 · Pion noir sur case noire h6 · Pion blanc sur case blanche d5 · Pion blanc sur case blanche c4 · Cavalier blanc sur case noire d4 · Pion blanc sur case noire f4 · Pion blanc sur case noire g3 · Pion blanc sur case blanche a2 · Dame blanche sur case noire d2 · Pion blanc sur case noire h2 · Tour blanche sur case noire c1 · Tour blanche sur case blanche f1 · Roi blanc sur case noire g1 | Tour noire sur case blanche c8 · Tour noire sur case noire f8 · Pion noir sur case noire a7 · Dame noire sur case blanche d7 · Pion noir sur case noire e7 · Pion noir sur case blanche f7 · Roi noir sur case noire g7 · Pion noir sur case noire d6 · Cavalier noir sur case noire f6 · Pion noir sur case blanche g6 · Pion noir sur case noire h6 · Pion blanc sur case blanche d5 · Pion blanc sur case blanche c4 · Cavalier blanc sur case noire d4 · Pion blanc sur case noire f4 · Pion blanc sur case noire g3 · Pion blanc sur case blanche a2 · Dame blanche sur case noire d2 · Pion blanc sur case noire h2 · Tour blanche sur case noire c1 · Tour blanche sur case blanche f1 · Roi blanc sur case noire g1 | Tour noire sur case blanche c8 · Tour noire sur case noire f8 · Pion noir sur case noire a7 · Dame noire sur case blanche d7 · Pion noir sur case noire e7 · Pion noir sur case blanche f7 · Roi noir sur case noire g7 · Pion noir sur case noire d6 · Cavalier noir sur case noire f6 · Pion noir sur case blanche g6 · Pion noir sur case noire h6 · Pion blanc sur case blanche d5 · Pion blanc sur case blanche c4 · Cavalier blanc sur case noire d4 · Pion blanc sur case noire f4 · Pion blanc sur case noire g3 · Pion blanc sur case blanche a2 · Dame blanche sur case noire d2 · Pion blanc sur case noire h2 · Tour blanche sur case noire c1 · Tour blanche sur case blanche f1 · Roi blanc sur case noire g1 | Tour noire sur case blanche c8 · Tour noire sur case noire f8 · Pion noir sur case noire a7 · Dame noire sur case blanche d7 · Pion noir sur case noire e7 · Pion noir sur case blanche f7 · Roi noir sur case noire g7 · Pion noir sur case noire d6 · Cavalier noir sur case noire f6 · Pion noir sur case blanche g6 · Pion noir sur case noire h6 · Pion blanc sur case blanche d5 · Pion blanc sur case blanche c4 · Cavalier blanc sur case noire d4 · Pion blanc sur case noire f4 · Pion blanc sur case noire g3 · Pion blanc sur case blanche a2 · Dame blanche sur case noire d2 · Pion blanc sur case noire h2 · Tour blanche sur case noire c1 · Tour blanche sur case blanche f1 · Roi blanc sur case noire g1 | Tour noire sur case blanche c8 · Tour noire sur case noire f8 · Pion noir sur case noire a7 · Dame noire sur case blanche d7 · Pion noir sur case noire e7 · Pion noir sur case blanche f7 · Roi noir sur case noire g7 · Pion noir sur case noire d6 · Cavalier noir sur case noire f6 · Pion noir sur case blanche g6 · Pion noir sur case noire h6 · Pion blanc sur case blanche d5 · Pion blanc sur case blanche c4 · Cavalier blanc sur case noire d4 · Pion blanc sur case noire f4 · Pion blanc sur case noire g3 · Pion blanc sur case blanche a2 · Dame blanche sur case noire d2 · Pion blanc sur case noire h2 · Tour blanche sur case noire c1 · Tour blanche sur case blanche f1 · Roi blanc sur case noire g1 | Tour noire sur case blanche c8 · Tour noire sur case noire f8 · Pion noir sur case noire a7 · Dame noire sur case blanche d7 · Pion noir sur case noire e7 · Pion noir sur case blanche f7 · Roi noir sur case noire g7 · Pion noir sur case noire d6 · Cavalier noir sur case noire f6 · Pion noir sur case blanche g6 · Pion noir sur case noire h6 · Pion blanc sur case blanche d5 · Pion blanc sur case blanche c4 · Cavalier blanc sur case noire d4 · Pion blanc sur case noire f4 · Pion blanc sur case noire g3 · Pion blanc sur case blanche a2 · Dame blanche sur case noire d2 · Pion blanc sur case noire h2 · Tour blanche sur case noire c1 · Tour blanche sur case blanche f1 · Roi blanc sur case noire g1 | Tour noire sur case blanche c8 · Tour noire sur case noire f8 · Pion noir sur case noire a7 · Dame noire sur case blanche d7 · Pion noir sur case noire e7 · Pion noir sur case blanche f7 · Roi noir sur case noire g7 · Pion noir sur case noire d6 · Cavalier noir sur case noire f6 · Pion noir sur case blanche g6 · Pion noir sur case noire h6 · Pion blanc sur case blanche d5 · Pion blanc sur case blanche c4 · Cavalier blanc sur case noire d4 · Pion blanc sur case noire f4 · Pion blanc sur case noire g3 · Pion blanc sur case blanche a2 · Dame blanche sur case noire d2 · Pion blanc sur case noire h2 · Tour blanche sur case noire c1 · Tour blanche sur case blanche f1 · Roi blanc sur case noire g1 | Tour noire sur case blanche c8 · Tour noire sur case noire f8 · Pion noir sur case noire a7 · Dame noire sur case blanche d7 · Pion noir sur case noire e7 · Pion noir sur case blanche f7 · Roi noir sur case noire g7 · Pion noir sur case noire d6 · Cavalier noir sur case noire f6 · Pion noir sur case blanche g6 · Pion noir sur case noire h6 · Pion blanc sur case blanche d5 · Pion blanc sur case blanche c4 · Cavalier blanc sur case noire d4 · Pion blanc sur case noire f4 · Pion blanc sur case noire g3 · Pion blanc sur case blanche a2 · Dame blanche sur case noire d2 · Pion blanc sur case noire h2 · Tour blanche sur case noire c1 · Tour blanche sur case blanche f1 · Roi blanc sur case noire g1 | 2 |
| 1 | Tour noire sur case blanche c8 · Tour noire sur case noire f8 · Pion noir sur case noire a7 · Dame noire sur case blanche d7 · Pion noir sur case noire e7 · Pion noir sur case blanche f7 · Roi noir sur case noire g7 · Pion noir sur case noire d6 · Cavalier noir sur case noire f6 · Pion noir sur case blanche g6 · Pion noir sur case noire h6 · Pion blanc sur case blanche d5 · Pion blanc sur case blanche c4 · Cavalier blanc sur case noire d4 · Pion blanc sur case noire f4 · Pion blanc sur case noire g3 · Pion blanc sur case blanche a2 · Dame blanche sur case noire d2 · Pion blanc sur case noire h2 · Tour blanche sur case noire c1 · Tour blanche sur case blanche f1 · Roi blanc sur case noire g1 | Tour noire sur case blanche c8 · Tour noire sur case noire f8 · Pion noir sur case noire a7 · Dame noire sur case blanche d7 · Pion noir sur case noire e7 · Pion noir sur case blanche f7 · Roi noir sur case noire g7 · Pion noir sur case noire d6 · Cavalier noir sur case noire f6 · Pion noir sur case blanche g6 · Pion noir sur case noire h6 · Pion blanc sur case blanche d5 · Pion blanc sur case blanche c4 · Cavalier blanc sur case noire d4 · Pion blanc sur case noire f4 · Pion blanc sur case noire g3 · Pion blanc sur case blanche a2 · Dame blanche sur case noire d2 · Pion blanc sur case noire h2 · Tour blanche sur case noire c1 · Tour blanche sur case blanche f1 · Roi blanc sur case noire g1 | Tour noire sur case blanche c8 · Tour noire sur case noire f8 · Pion noir sur case noire a7 · Dame noire sur case blanche d7 · Pion noir sur case noire e7 · Pion noir sur case blanche f7 · Roi noir sur case noire g7 · Pion noir sur case noire d6 · Cavalier noir sur case noire f6 · Pion noir sur case blanche g6 · Pion noir sur case noire h6 · Pion blanc sur case blanche d5 · Pion blanc sur case blanche c4 · Cavalier blanc sur case noire d4 · Pion blanc sur case noire f4 · Pion blanc sur case noire g3 · Pion blanc sur case blanche a2 · Dame blanche sur case noire d2 · Pion blanc sur case noire h2 · Tour blanche sur case noire c1 · Tour blanche sur case blanche f1 · Roi blanc sur case noire g1 | Tour noire sur case blanche c8 · Tour noire sur case noire f8 · Pion noir sur case noire a7 · Dame noire sur case blanche d7 · Pion noir sur case noire e7 · Pion noir sur case blanche f7 · Roi noir sur case noire g7 · Pion noir sur case noire d6 · Cavalier noir sur case noire f6 · Pion noir sur case blanche g6 · Pion noir sur case noire h6 · Pion blanc sur case blanche d5 · Pion blanc sur case blanche c4 · Cavalier blanc sur case noire d4 · Pion blanc sur case noire f4 · Pion blanc sur case noire g3 · Pion blanc sur case blanche a2 · Dame blanche sur case noire d2 · Pion blanc sur case noire h2 · Tour blanche sur case noire c1 · Tour blanche sur case blanche f1 · Roi blanc sur case noire g1 | Tour noire sur case blanche c8 · Tour noire sur case noire f8 · Pion noir sur case noire a7 · Dame noire sur case blanche d7 · Pion noir sur case noire e7 · Pion noir sur case blanche f7 · Roi noir sur case noire g7 · Pion noir sur case noire d6 · Cavalier noir sur case noire f6 · Pion noir sur case blanche g6 · Pion noir sur case noire h6 · Pion blanc sur case blanche d5 · Pion blanc sur case blanche c4 · Cavalier blanc sur case noire d4 · Pion blanc sur case noire f4 · Pion blanc sur case noire g3 · Pion blanc sur case blanche a2 · Dame blanche sur case noire d2 · Pion blanc sur case noire h2 · Tour blanche sur case noire c1 · Tour blanche sur case blanche f1 · Roi blanc sur case noire g1 | Tour noire sur case blanche c8 · Tour noire sur case noire f8 · Pion noir sur case noire a7 · Dame noire sur case blanche d7 · Pion noir sur case noire e7 · Pion noir sur case blanche f7 · Roi noir sur case noire g7 · Pion noir sur case noire d6 · Cavalier noir sur case noire f6 · Pion noir sur case blanche g6 · Pion noir sur case noire h6 · Pion blanc sur case blanche d5 · Pion blanc sur case blanche c4 · Cavalier blanc sur case noire d4 · Pion blanc sur case noire f4 · Pion blanc sur case noire g3 · Pion blanc sur case blanche a2 · Dame blanche sur case noire d2 · Pion blanc sur case noire h2 · Tour blanche sur case noire c1 · Tour blanche sur case blanche f1 · Roi blanc sur case noire g1 | Tour noire sur case blanche c8 · Tour noire sur case noire f8 · Pion noir sur case noire a7 · Dame noire sur case blanche d7 · Pion noir sur case noire e7 · Pion noir sur case blanche f7 · Roi noir sur case noire g7 · Pion noir sur case noire d6 · Cavalier noir sur case noire f6 · Pion noir sur case blanche g6 · Pion noir sur case noire h6 · Pion blanc sur case blanche d5 · Pion blanc sur case blanche c4 · Cavalier blanc sur case noire d4 · Pion blanc sur case noire f4 · Pion blanc sur case noire g3 · Pion blanc sur case blanche a2 · Dame blanche sur case noire d2 · Pion blanc sur case noire h2 · Tour blanche sur case noire c1 · Tour blanche sur case blanche f1 · Roi blanc sur case noire g1 | Tour noire sur case blanche c8 · Tour noire sur case noire f8 · Pion noir sur case noire a7 · Dame noire sur case blanche d7 · Pion noir sur case noire e7 · Pion noir sur case blanche f7 · Roi noir sur case noire g7 · Pion noir sur case noire d6 · Cavalier noir sur case noire f6 · Pion noir sur case blanche g6 · Pion noir sur case noire h6 · Pion blanc sur case blanche d5 · Pion blanc sur case blanche c4 · Cavalier blanc sur case noire d4 · Pion blanc sur case noire f4 · Pion blanc sur case noire g3 · Pion blanc sur case blanche a2 · Dame blanche sur case noire d2 · Pion blanc sur case noire h2 · Tour blanche sur case noire c1 · Tour blanche sur case blanche f1 · Roi blanc sur case noire g1 | 1 |
|   | a | b | c | d | e | f | g | h |   |

24 octobre. Après 14...Rh7 la partie était partagée. 
Spassky–Fischer, partie 24 ; Défense sicilienne, Variante du Dragon (ECO B70) 

1.e4 c5 2.Ce2 Cf6 3.Cbc3 d6 4.g3 g6 5.Fg2 Cc6 6.0-0 Fg7 7.d4 cxd4 8.Cxd4 Fg4 9.Cde2 Dc8 10.f3 Fh3 11.Fxh3 Dxh3 12.Fg5 0-0 13.Dd2 h6 14.Fe3 Rh7 15.Tac1 Dd7 16.Cd5 Cxd5 17.exd5 Ce5 18.b3 b5 19.Fd4 Tac8 20.f4 Cg4 21.Fxg7 Rxg7 22.Cd4 Cf6 23.c4 bxc4 24.bxc4 (diagramme) e6 25.dxe6 fxe6 26.Tfe1 Tfe8 27.Cb3 a6 28.Dd4 Tc6 29.Ted1 e5 30.fxe5 Txe5 31.Dxe5 dxe5 32.Txd7+ Cxd7 33.Td1 Cf6 34.c5 Rf7 35.Tc1 Cd7 36.Rf2 Re6 37.Re3 Rd5 38.Td1+ Re6 39.Tc1 Rd5 ½–½

#### Partie 25: Fischer 1 Spassky 0 (Sicilienne, attaque anglaise)
|   | a | b | c | d | e | f | g | h |   |
| 8 | Tour noire sur case noire b8 · Tour noire sur case noire f8 · Roi noir sur case noire h8 · Pion noir sur case blanche f7 · Tour blanche sur case noire g7 · Pion blanc sur case blanche h7 · Pion noir sur case noire d6 · Fou noir sur case blanche e6 · Dame noire sur case noire f6 · Pion noir sur case noire e5 · Pion noir sur case noire b4 · Pion blanc sur case blanche e4 · Pion blanc sur case blanche b3 · Fou blanc sur case blanche d3 · Pion blanc sur case blanche c2 · Dame blanche sur case blanche g2 · Roi blanc sur case blanche b1 · Tour blanche sur case noire g1 | Tour noire sur case noire b8 · Tour noire sur case noire f8 · Roi noir sur case noire h8 · Pion noir sur case blanche f7 · Tour blanche sur case noire g7 · Pion blanc sur case blanche h7 · Pion noir sur case noire d6 · Fou noir sur case blanche e6 · Dame noire sur case noire f6 · Pion noir sur case noire e5 · Pion noir sur case noire b4 · Pion blanc sur case blanche e4 · Pion blanc sur case blanche b3 · Fou blanc sur case blanche d3 · Pion blanc sur case blanche c2 · Dame blanche sur case blanche g2 · Roi blanc sur case blanche b1 · Tour blanche sur case noire g1 | Tour noire sur case noire b8 · Tour noire sur case noire f8 · Roi noir sur case noire h8 · Pion noir sur case blanche f7 · Tour blanche sur case noire g7 · Pion blanc sur case blanche h7 · Pion noir sur case noire d6 · Fou noir sur case blanche e6 · Dame noire sur case noire f6 · Pion noir sur case noire e5 · Pion noir sur case noire b4 · Pion blanc sur case blanche e4 · Pion blanc sur case blanche b3 · Fou blanc sur case blanche d3 · Pion blanc sur case blanche c2 · Dame blanche sur case blanche g2 · Roi blanc sur case blanche b1 · Tour blanche sur case noire g1 | Tour noire sur case noire b8 · Tour noire sur case noire f8 · Roi noir sur case noire h8 · Pion noir sur case blanche f7 · Tour blanche sur case noire g7 · Pion blanc sur case blanche h7 · Pion noir sur case noire d6 · Fou noir sur case blanche e6 · Dame noire sur case noire f6 · Pion noir sur case noire e5 · Pion noir sur case noire b4 · Pion blanc sur case blanche e4 · Pion blanc sur case blanche b3 · Fou blanc sur case blanche d3 · Pion blanc sur case blanche c2 · Dame blanche sur case blanche g2 · Roi blanc sur case blanche b1 · Tour blanche sur case noire g1 | Tour noire sur case noire b8 · Tour noire sur case noire f8 · Roi noir sur case noire h8 · Pion noir sur case blanche f7 · Tour blanche sur case noire g7 · Pion blanc sur case blanche h7 · Pion noir sur case noire d6 · Fou noir sur case blanche e6 · Dame noire sur case noire f6 · Pion noir sur case noire e5 · Pion noir sur case noire b4 · Pion blanc sur case blanche e4 · Pion blanc sur case blanche b3 · Fou blanc sur case blanche d3 · Pion blanc sur case blanche c2 · Dame blanche sur case blanche g2 · Roi blanc sur case blanche b1 · Tour blanche sur case noire g1 | Tour noire sur case noire b8 · Tour noire sur case noire f8 · Roi noir sur case noire h8 · Pion noir sur case blanche f7 · Tour blanche sur case noire g7 · Pion blanc sur case blanche h7 · Pion noir sur case noire d6 · Fou noir sur case blanche e6 · Dame noire sur case noire f6 · Pion noir sur case noire e5 · Pion noir sur case noire b4 · Pion blanc sur case blanche e4 · Pion blanc sur case blanche b3 · Fou blanc sur case blanche d3 · Pion blanc sur case blanche c2 · Dame blanche sur case blanche g2 · Roi blanc sur case blanche b1 · Tour blanche sur case noire g1 | Tour noire sur case noire b8 · Tour noire sur case noire f8 · Roi noir sur case noire h8 · Pion noir sur case blanche f7 · Tour blanche sur case noire g7 · Pion blanc sur case blanche h7 · Pion noir sur case noire d6 · Fou noir sur case blanche e6 · Dame noire sur case noire f6 · Pion noir sur case noire e5 · Pion noir sur case noire b4 · Pion blanc sur case blanche e4 · Pion blanc sur case blanche b3 · Fou blanc sur case blanche d3 · Pion blanc sur case blanche c2 · Dame blanche sur case blanche g2 · Roi blanc sur case blanche b1 · Tour blanche sur case noire g1 | Tour noire sur case noire b8 · Tour noire sur case noire f8 · Roi noir sur case noire h8 · Pion noir sur case blanche f7 · Tour blanche sur case noire g7 · Pion blanc sur case blanche h7 · Pion noir sur case noire d6 · Fou noir sur case blanche e6 · Dame noire sur case noire f6 · Pion noir sur case noire e5 · Pion noir sur case noire b4 · Pion blanc sur case blanche e4 · Pion blanc sur case blanche b3 · Fou blanc sur case blanche d3 · Pion blanc sur case blanche c2 · Dame blanche sur case blanche g2 · Roi blanc sur case blanche b1 · Tour blanche sur case noire g1 | 8 |
| 7 | Tour noire sur case noire b8 · Tour noire sur case noire f8 · Roi noir sur case noire h8 · Pion noir sur case blanche f7 · Tour blanche sur case noire g7 · Pion blanc sur case blanche h7 · Pion noir sur case noire d6 · Fou noir sur case blanche e6 · Dame noire sur case noire f6 · Pion noir sur case noire e5 · Pion noir sur case noire b4 · Pion blanc sur case blanche e4 · Pion blanc sur case blanche b3 · Fou blanc sur case blanche d3 · Pion blanc sur case blanche c2 · Dame blanche sur case blanche g2 · Roi blanc sur case blanche b1 · Tour blanche sur case noire g1 | Tour noire sur case noire b8 · Tour noire sur case noire f8 · Roi noir sur case noire h8 · Pion noir sur case blanche f7 · Tour blanche sur case noire g7 · Pion blanc sur case blanche h7 · Pion noir sur case noire d6 · Fou noir sur case blanche e6 · Dame noire sur case noire f6 · Pion noir sur case noire e5 · Pion noir sur case noire b4 · Pion blanc sur case blanche e4 · Pion blanc sur case blanche b3 · Fou blanc sur case blanche d3 · Pion blanc sur case blanche c2 · Dame blanche sur case blanche g2 · Roi blanc sur case blanche b1 · Tour blanche sur case noire g1 | Tour noire sur case noire b8 · Tour noire sur case noire f8 · Roi noir sur case noire h8 · Pion noir sur case blanche f7 · Tour blanche sur case noire g7 · Pion blanc sur case blanche h7 · Pion noir sur case noire d6 · Fou noir sur case blanche e6 · Dame noire sur case noire f6 · Pion noir sur case noire e5 · Pion noir sur case noire b4 · Pion blanc sur case blanche e4 · Pion blanc sur case blanche b3 · Fou blanc sur case blanche d3 · Pion blanc sur case blanche c2 · Dame blanche sur case blanche g2 · Roi blanc sur case blanche b1 · Tour blanche sur case noire g1 | Tour noire sur case noire b8 · Tour noire sur case noire f8 · Roi noir sur case noire h8 · Pion noir sur case blanche f7 · Tour blanche sur case noire g7 · Pion blanc sur case blanche h7 · Pion noir sur case noire d6 · Fou noir sur case blanche e6 · Dame noire sur case noire f6 · Pion noir sur case noire e5 · Pion noir sur case noire b4 · Pion blanc sur case blanche e4 · Pion blanc sur case blanche b3 · Fou blanc sur case blanche d3 · Pion blanc sur case blanche c2 · Dame blanche sur case blanche g2 · Roi blanc sur case blanche b1 · Tour blanche sur case noire g1 | Tour noire sur case noire b8 · Tour noire sur case noire f8 · Roi noir sur case noire h8 · Pion noir sur case blanche f7 · Tour blanche sur case noire g7 · Pion blanc sur case blanche h7 · Pion noir sur case noire d6 · Fou noir sur case blanche e6 · Dame noire sur case noire f6 · Pion noir sur case noire e5 · Pion noir sur case noire b4 · Pion blanc sur case blanche e4 · Pion blanc sur case blanche b3 · Fou blanc sur case blanche d3 · Pion blanc sur case blanche c2 · Dame blanche sur case blanche g2 · Roi blanc sur case blanche b1 · Tour blanche sur case noire g1 | Tour noire sur case noire b8 · Tour noire sur case noire f8 · Roi noir sur case noire h8 · Pion noir sur case blanche f7 · Tour blanche sur case noire g7 · Pion blanc sur case blanche h7 · Pion noir sur case noire d6 · Fou noir sur case blanche e6 · Dame noire sur case noire f6 · Pion noir sur case noire e5 · Pion noir sur case noire b4 · Pion blanc sur case blanche e4 · Pion blanc sur case blanche b3 · Fou blanc sur case blanche d3 · Pion blanc sur case blanche c2 · Dame blanche sur case blanche g2 · Roi blanc sur case blanche b1 · Tour blanche sur case noire g1 | Tour noire sur case noire b8 · Tour noire sur case noire f8 · Roi noir sur case noire h8 · Pion noir sur case blanche f7 · Tour blanche sur case noire g7 · Pion blanc sur case blanche h7 · Pion noir sur case noire d6 · Fou noir sur case blanche e6 · Dame noire sur case noire f6 · Pion noir sur case noire e5 · Pion noir sur case noire b4 · Pion blanc sur case blanche e4 · Pion blanc sur case blanche b3 · Fou blanc sur case blanche d3 · Pion blanc sur case blanche c2 · Dame blanche sur case blanche g2 · Roi blanc sur case blanche b1 · Tour blanche sur case noire g1 | Tour noire sur case noire b8 · Tour noire sur case noire f8 · Roi noir sur case noire h8 · Pion noir sur case blanche f7 · Tour blanche sur case noire g7 · Pion blanc sur case blanche h7 · Pion noir sur case noire d6 · Fou noir sur case blanche e6 · Dame noire sur case noire f6 · Pion noir sur case noire e5 · Pion noir sur case noire b4 · Pion blanc sur case blanche e4 · Pion blanc sur case blanche b3 · Fou blanc sur case blanche d3 · Pion blanc sur case blanche c2 · Dame blanche sur case blanche g2 · Roi blanc sur case blanche b1 · Tour blanche sur case noire g1 | 7 |
| 6 | Tour noire sur case noire b8 · Tour noire sur case noire f8 · Roi noir sur case noire h8 · Pion noir sur case blanche f7 · Tour blanche sur case noire g7 · Pion blanc sur case blanche h7 · Pion noir sur case noire d6 · Fou noir sur case blanche e6 · Dame noire sur case noire f6 · Pion noir sur case noire e5 · Pion noir sur case noire b4 · Pion blanc sur case blanche e4 · Pion blanc sur case blanche b3 · Fou blanc sur case blanche d3 · Pion blanc sur case blanche c2 · Dame blanche sur case blanche g2 · Roi blanc sur case blanche b1 · Tour blanche sur case noire g1 | Tour noire sur case noire b8 · Tour noire sur case noire f8 · Roi noir sur case noire h8 · Pion noir sur case blanche f7 · Tour blanche sur case noire g7 · Pion blanc sur case blanche h7 · Pion noir sur case noire d6 · Fou noir sur case blanche e6 · Dame noire sur case noire f6 · Pion noir sur case noire e5 · Pion noir sur case noire b4 · Pion blanc sur case blanche e4 · Pion blanc sur case blanche b3 · Fou blanc sur case blanche d3 · Pion blanc sur case blanche c2 · Dame blanche sur case blanche g2 · Roi blanc sur case blanche b1 · Tour blanche sur case noire g1 | Tour noire sur case noire b8 · Tour noire sur case noire f8 · Roi noir sur case noire h8 · Pion noir sur case blanche f7 · Tour blanche sur case noire g7 · Pion blanc sur case blanche h7 · Pion noir sur case noire d6 · Fou noir sur case blanche e6 · Dame noire sur case noire f6 · Pion noir sur case noire e5 · Pion noir sur case noire b4 · Pion blanc sur case blanche e4 · Pion blanc sur case blanche b3 · Fou blanc sur case blanche d3 · Pion blanc sur case blanche c2 · Dame blanche sur case blanche g2 · Roi blanc sur case blanche b1 · Tour blanche sur case noire g1 | Tour noire sur case noire b8 · Tour noire sur case noire f8 · Roi noir sur case noire h8 · Pion noir sur case blanche f7 · Tour blanche sur case noire g7 · Pion blanc sur case blanche h7 · Pion noir sur case noire d6 · Fou noir sur case blanche e6 · Dame noire sur case noire f6 · Pion noir sur case noire e5 · Pion noir sur case noire b4 · Pion blanc sur case blanche e4 · Pion blanc sur case blanche b3 · Fou blanc sur case blanche d3 · Pion blanc sur case blanche c2 · Dame blanche sur case blanche g2 · Roi blanc sur case blanche b1 · Tour blanche sur case noire g1 | Tour noire sur case noire b8 · Tour noire sur case noire f8 · Roi noir sur case noire h8 · Pion noir sur case blanche f7 · Tour blanche sur case noire g7 · Pion blanc sur case blanche h7 · Pion noir sur case noire d6 · Fou noir sur case blanche e6 · Dame noire sur case noire f6 · Pion noir sur case noire e5 · Pion noir sur case noire b4 · Pion blanc sur case blanche e4 · Pion blanc sur case blanche b3 · Fou blanc sur case blanche d3 · Pion blanc sur case blanche c2 · Dame blanche sur case blanche g2 · Roi blanc sur case blanche b1 · Tour blanche sur case noire g1 | Tour noire sur case noire b8 · Tour noire sur case noire f8 · Roi noir sur case noire h8 · Pion noir sur case blanche f7 · Tour blanche sur case noire g7 · Pion blanc sur case blanche h7 · Pion noir sur case noire d6 · Fou noir sur case blanche e6 · Dame noire sur case noire f6 · Pion noir sur case noire e5 · Pion noir sur case noire b4 · Pion blanc sur case blanche e4 · Pion blanc sur case blanche b3 · Fou blanc sur case blanche d3 · Pion blanc sur case blanche c2 · Dame blanche sur case blanche g2 · Roi blanc sur case blanche b1 · Tour blanche sur case noire g1 | Tour noire sur case noire b8 · Tour noire sur case noire f8 · Roi noir sur case noire h8 · Pion noir sur case blanche f7 · Tour blanche sur case noire g7 · Pion blanc sur case blanche h7 · Pion noir sur case noire d6 · Fou noir sur case blanche e6 · Dame noire sur case noire f6 · Pion noir sur case noire e5 · Pion noir sur case noire b4 · Pion blanc sur case blanche e4 · Pion blanc sur case blanche b3 · Fou blanc sur case blanche d3 · Pion blanc sur case blanche c2 · Dame blanche sur case blanche g2 · Roi blanc sur case blanche b1 · Tour blanche sur case noire g1 | Tour noire sur case noire b8 · Tour noire sur case noire f8 · Roi noir sur case noire h8 · Pion noir sur case blanche f7 · Tour blanche sur case noire g7 · Pion blanc sur case blanche h7 · Pion noir sur case noire d6 · Fou noir sur case blanche e6 · Dame noire sur case noire f6 · Pion noir sur case noire e5 · Pion noir sur case noire b4 · Pion blanc sur case blanche e4 · Pion blanc sur case blanche b3 · Fou blanc sur case blanche d3 · Pion blanc sur case blanche c2 · Dame blanche sur case blanche g2 · Roi blanc sur case blanche b1 · Tour blanche sur case noire g1 | 6 |
| 5 | Tour noire sur case noire b8 · Tour noire sur case noire f8 · Roi noir sur case noire h8 · Pion noir sur case blanche f7 · Tour blanche sur case noire g7 · Pion blanc sur case blanche h7 · Pion noir sur case noire d6 · Fou noir sur case blanche e6 · Dame noire sur case noire f6 · Pion noir sur case noire e5 · Pion noir sur case noire b4 · Pion blanc sur case blanche e4 · Pion blanc sur case blanche b3 · Fou blanc sur case blanche d3 · Pion blanc sur case blanche c2 · Dame blanche sur case blanche g2 · Roi blanc sur case blanche b1 · Tour blanche sur case noire g1 | Tour noire sur case noire b8 · Tour noire sur case noire f8 · Roi noir sur case noire h8 · Pion noir sur case blanche f7 · Tour blanche sur case noire g7 · Pion blanc sur case blanche h7 · Pion noir sur case noire d6 · Fou noir sur case blanche e6 · Dame noire sur case noire f6 · Pion noir sur case noire e5 · Pion noir sur case noire b4 · Pion blanc sur case blanche e4 · Pion blanc sur case blanche b3 · Fou blanc sur case blanche d3 · Pion blanc sur case blanche c2 · Dame blanche sur case blanche g2 · Roi blanc sur case blanche b1 · Tour blanche sur case noire g1 | Tour noire sur case noire b8 · Tour noire sur case noire f8 · Roi noir sur case noire h8 · Pion noir sur case blanche f7 · Tour blanche sur case noire g7 · Pion blanc sur case blanche h7 · Pion noir sur case noire d6 · Fou noir sur case blanche e6 · Dame noire sur case noire f6 · Pion noir sur case noire e5 · Pion noir sur case noire b4 · Pion blanc sur case blanche e4 · Pion blanc sur case blanche b3 · Fou blanc sur case blanche d3 · Pion blanc sur case blanche c2 · Dame blanche sur case blanche g2 · Roi blanc sur case blanche b1 · Tour blanche sur case noire g1 | Tour noire sur case noire b8 · Tour noire sur case noire f8 · Roi noir sur case noire h8 · Pion noir sur case blanche f7 · Tour blanche sur case noire g7 · Pion blanc sur case blanche h7 · Pion noir sur case noire d6 · Fou noir sur case blanche e6 · Dame noire sur case noire f6 · Pion noir sur case noire e5 · Pion noir sur case noire b4 · Pion blanc sur case blanche e4 · Pion blanc sur case blanche b3 · Fou blanc sur case blanche d3 · Pion blanc sur case blanche c2 · Dame blanche sur case blanche g2 · Roi blanc sur case blanche b1 · Tour blanche sur case noire g1 | Tour noire sur case noire b8 · Tour noire sur case noire f8 · Roi noir sur case noire h8 · Pion noir sur case blanche f7 · Tour blanche sur case noire g7 · Pion blanc sur case blanche h7 · Pion noir sur case noire d6 · Fou noir sur case blanche e6 · Dame noire sur case noire f6 · Pion noir sur case noire e5 · Pion noir sur case noire b4 · Pion blanc sur case blanche e4 · Pion blanc sur case blanche b3 · Fou blanc sur case blanche d3 · Pion blanc sur case blanche c2 · Dame blanche sur case blanche g2 · Roi blanc sur case blanche b1 · Tour blanche sur case noire g1 | Tour noire sur case noire b8 · Tour noire sur case noire f8 · Roi noir sur case noire h8 · Pion noir sur case blanche f7 · Tour blanche sur case noire g7 · Pion blanc sur case blanche h7 · Pion noir sur case noire d6 · Fou noir sur case blanche e6 · Dame noire sur case noire f6 · Pion noir sur case noire e5 · Pion noir sur case noire b4 · Pion blanc sur case blanche e4 · Pion blanc sur case blanche b3 · Fou blanc sur case blanche d3 · Pion blanc sur case blanche c2 · Dame blanche sur case blanche g2 · Roi blanc sur case blanche b1 · Tour blanche sur case noire g1 | Tour noire sur case noire b8 · Tour noire sur case noire f8 · Roi noir sur case noire h8 · Pion noir sur case blanche f7 · Tour blanche sur case noire g7 · Pion blanc sur case blanche h7 · Pion noir sur case noire d6 · Fou noir sur case blanche e6 · Dame noire sur case noire f6 · Pion noir sur case noire e5 · Pion noir sur case noire b4 · Pion blanc sur case blanche e4 · Pion blanc sur case blanche b3 · Fou blanc sur case blanche d3 · Pion blanc sur case blanche c2 · Dame blanche sur case blanche g2 · Roi blanc sur case blanche b1 · Tour blanche sur case noire g1 | Tour noire sur case noire b8 · Tour noire sur case noire f8 · Roi noir sur case noire h8 · Pion noir sur case blanche f7 · Tour blanche sur case noire g7 · Pion blanc sur case blanche h7 · Pion noir sur case noire d6 · Fou noir sur case blanche e6 · Dame noire sur case noire f6 · Pion noir sur case noire e5 · Pion noir sur case noire b4 · Pion blanc sur case blanche e4 · Pion blanc sur case blanche b3 · Fou blanc sur case blanche d3 · Pion blanc sur case blanche c2 · Dame blanche sur case blanche g2 · Roi blanc sur case blanche b1 · Tour blanche sur case noire g1 | 5 |
| 4 | Tour noire sur case noire b8 · Tour noire sur case noire f8 · Roi noir sur case noire h8 · Pion noir sur case blanche f7 · Tour blanche sur case noire g7 · Pion blanc sur case blanche h7 · Pion noir sur case noire d6 · Fou noir sur case blanche e6 · Dame noire sur case noire f6 · Pion noir sur case noire e5 · Pion noir sur case noire b4 · Pion blanc sur case blanche e4 · Pion blanc sur case blanche b3 · Fou blanc sur case blanche d3 · Pion blanc sur case blanche c2 · Dame blanche sur case blanche g2 · Roi blanc sur case blanche b1 · Tour blanche sur case noire g1 | Tour noire sur case noire b8 · Tour noire sur case noire f8 · Roi noir sur case noire h8 · Pion noir sur case blanche f7 · Tour blanche sur case noire g7 · Pion blanc sur case blanche h7 · Pion noir sur case noire d6 · Fou noir sur case blanche e6 · Dame noire sur case noire f6 · Pion noir sur case noire e5 · Pion noir sur case noire b4 · Pion blanc sur case blanche e4 · Pion blanc sur case blanche b3 · Fou blanc sur case blanche d3 · Pion blanc sur case blanche c2 · Dame blanche sur case blanche g2 · Roi blanc sur case blanche b1 · Tour blanche sur case noire g1 | Tour noire sur case noire b8 · Tour noire sur case noire f8 · Roi noir sur case noire h8 · Pion noir sur case blanche f7 · Tour blanche sur case noire g7 · Pion blanc sur case blanche h7 · Pion noir sur case noire d6 · Fou noir sur case blanche e6 · Dame noire sur case noire f6 · Pion noir sur case noire e5 · Pion noir sur case noire b4 · Pion blanc sur case blanche e4 · Pion blanc sur case blanche b3 · Fou blanc sur case blanche d3 · Pion blanc sur case blanche c2 · Dame blanche sur case blanche g2 · Roi blanc sur case blanche b1 · Tour blanche sur case noire g1 | Tour noire sur case noire b8 · Tour noire sur case noire f8 · Roi noir sur case noire h8 · Pion noir sur case blanche f7 · Tour blanche sur case noire g7 · Pion blanc sur case blanche h7 · Pion noir sur case noire d6 · Fou noir sur case blanche e6 · Dame noire sur case noire f6 · Pion noir sur case noire e5 · Pion noir sur case noire b4 · Pion blanc sur case blanche e4 · Pion blanc sur case blanche b3 · Fou blanc sur case blanche d3 · Pion blanc sur case blanche c2 · Dame blanche sur case blanche g2 · Roi blanc sur case blanche b1 · Tour blanche sur case noire g1 | Tour noire sur case noire b8 · Tour noire sur case noire f8 · Roi noir sur case noire h8 · Pion noir sur case blanche f7 · Tour blanche sur case noire g7 · Pion blanc sur case blanche h7 · Pion noir sur case noire d6 · Fou noir sur case blanche e6 · Dame noire sur case noire f6 · Pion noir sur case noire e5 · Pion noir sur case noire b4 · Pion blanc sur case blanche e4 · Pion blanc sur case blanche b3 · Fou blanc sur case blanche d3 · Pion blanc sur case blanche c2 · Dame blanche sur case blanche g2 · Roi blanc sur case blanche b1 · Tour blanche sur case noire g1 | Tour noire sur case noire b8 · Tour noire sur case noire f8 · Roi noir sur case noire h8 · Pion noir sur case blanche f7 · Tour blanche sur case noire g7 · Pion blanc sur case blanche h7 · Pion noir sur case noire d6 · Fou noir sur case blanche e6 · Dame noire sur case noire f6 · Pion noir sur case noire e5 · Pion noir sur case noire b4 · Pion blanc sur case blanche e4 · Pion blanc sur case blanche b3 · Fou blanc sur case blanche d3 · Pion blanc sur case blanche c2 · Dame blanche sur case blanche g2 · Roi blanc sur case blanche b1 · Tour blanche sur case noire g1 | Tour noire sur case noire b8 · Tour noire sur case noire f8 · Roi noir sur case noire h8 · Pion noir sur case blanche f7 · Tour blanche sur case noire g7 · Pion blanc sur case blanche h7 · Pion noir sur case noire d6 · Fou noir sur case blanche e6 · Dame noire sur case noire f6 · Pion noir sur case noire e5 · Pion noir sur case noire b4 · Pion blanc sur case blanche e4 · Pion blanc sur case blanche b3 · Fou blanc sur case blanche d3 · Pion blanc sur case blanche c2 · Dame blanche sur case blanche g2 · Roi blanc sur case blanche b1 · Tour blanche sur case noire g1 | Tour noire sur case noire b8 · Tour noire sur case noire f8 · Roi noir sur case noire h8 · Pion noir sur case blanche f7 · Tour blanche sur case noire g7 · Pion blanc sur case blanche h7 · Pion noir sur case noire d6 · Fou noir sur case blanche e6 · Dame noire sur case noire f6 · Pion noir sur case noire e5 · Pion noir sur case noire b4 · Pion blanc sur case blanche e4 · Pion blanc sur case blanche b3 · Fou blanc sur case blanche d3 · Pion blanc sur case blanche c2 · Dame blanche sur case blanche g2 · Roi blanc sur case blanche b1 · Tour blanche sur case noire g1 | 4 |
| 3 | Tour noire sur case noire b8 · Tour noire sur case noire f8 · Roi noir sur case noire h8 · Pion noir sur case blanche f7 · Tour blanche sur case noire g7 · Pion blanc sur case blanche h7 · Pion noir sur case noire d6 · Fou noir sur case blanche e6 · Dame noire sur case noire f6 · Pion noir sur case noire e5 · Pion noir sur case noire b4 · Pion blanc sur case blanche e4 · Pion blanc sur case blanche b3 · Fou blanc sur case blanche d3 · Pion blanc sur case blanche c2 · Dame blanche sur case blanche g2 · Roi blanc sur case blanche b1 · Tour blanche sur case noire g1 | Tour noire sur case noire b8 · Tour noire sur case noire f8 · Roi noir sur case noire h8 · Pion noir sur case blanche f7 · Tour blanche sur case noire g7 · Pion blanc sur case blanche h7 · Pion noir sur case noire d6 · Fou noir sur case blanche e6 · Dame noire sur case noire f6 · Pion noir sur case noire e5 · Pion noir sur case noire b4 · Pion blanc sur case blanche e4 · Pion blanc sur case blanche b3 · Fou blanc sur case blanche d3 · Pion blanc sur case blanche c2 · Dame blanche sur case blanche g2 · Roi blanc sur case blanche b1 · Tour blanche sur case noire g1 | Tour noire sur case noire b8 · Tour noire sur case noire f8 · Roi noir sur case noire h8 · Pion noir sur case blanche f7 · Tour blanche sur case noire g7 · Pion blanc sur case blanche h7 · Pion noir sur case noire d6 · Fou noir sur case blanche e6 · Dame noire sur case noire f6 · Pion noir sur case noire e5 · Pion noir sur case noire b4 · Pion blanc sur case blanche e4 · Pion blanc sur case blanche b3 · Fou blanc sur case blanche d3 · Pion blanc sur case blanche c2 · Dame blanche sur case blanche g2 · Roi blanc sur case blanche b1 · Tour blanche sur case noire g1 | Tour noire sur case noire b8 · Tour noire sur case noire f8 · Roi noir sur case noire h8 · Pion noir sur case blanche f7 · Tour blanche sur case noire g7 · Pion blanc sur case blanche h7 · Pion noir sur case noire d6 · Fou noir sur case blanche e6 · Dame noire sur case noire f6 · Pion noir sur case noire e5 · Pion noir sur case noire b4 · Pion blanc sur case blanche e4 · Pion blanc sur case blanche b3 · Fou blanc sur case blanche d3 · Pion blanc sur case blanche c2 · Dame blanche sur case blanche g2 · Roi blanc sur case blanche b1 · Tour blanche sur case noire g1 | Tour noire sur case noire b8 · Tour noire sur case noire f8 · Roi noir sur case noire h8 · Pion noir sur case blanche f7 · Tour blanche sur case noire g7 · Pion blanc sur case blanche h7 · Pion noir sur case noire d6 · Fou noir sur case blanche e6 · Dame noire sur case noire f6 · Pion noir sur case noire e5 · Pion noir sur case noire b4 · Pion blanc sur case blanche e4 · Pion blanc sur case blanche b3 · Fou blanc sur case blanche d3 · Pion blanc sur case blanche c2 · Dame blanche sur case blanche g2 · Roi blanc sur case blanche b1 · Tour blanche sur case noire g1 | Tour noire sur case noire b8 · Tour noire sur case noire f8 · Roi noir sur case noire h8 · Pion noir sur case blanche f7 · Tour blanche sur case noire g7 · Pion blanc sur case blanche h7 · Pion noir sur case noire d6 · Fou noir sur case blanche e6 · Dame noire sur case noire f6 · Pion noir sur case noire e5 · Pion noir sur case noire b4 · Pion blanc sur case blanche e4 · Pion blanc sur case blanche b3 · Fou blanc sur case blanche d3 · Pion blanc sur case blanche c2 · Dame blanche sur case blanche g2 · Roi blanc sur case blanche b1 · Tour blanche sur case noire g1 | Tour noire sur case noire b8 · Tour noire sur case noire f8 · Roi noir sur case noire h8 · Pion noir sur case blanche f7 · Tour blanche sur case noire g7 · Pion blanc sur case blanche h7 · Pion noir sur case noire d6 · Fou noir sur case blanche e6 · Dame noire sur case noire f6 · Pion noir sur case noire e5 · Pion noir sur case noire b4 · Pion blanc sur case blanche e4 · Pion blanc sur case blanche b3 · Fou blanc sur case blanche d3 · Pion blanc sur case blanche c2 · Dame blanche sur case blanche g2 · Roi blanc sur case blanche b1 · Tour blanche sur case noire g1 | Tour noire sur case noire b8 · Tour noire sur case noire f8 · Roi noir sur case noire h8 · Pion noir sur case blanche f7 · Tour blanche sur case noire g7 · Pion blanc sur case blanche h7 · Pion noir sur case noire d6 · Fou noir sur case blanche e6 · Dame noire sur case noire f6 · Pion noir sur case noire e5 · Pion noir sur case noire b4 · Pion blanc sur case blanche e4 · Pion blanc sur case blanche b3 · Fou blanc sur case blanche d3 · Pion blanc sur case blanche c2 · Dame blanche sur case blanche g2 · Roi blanc sur case blanche b1 · Tour blanche sur case noire g1 | 3 |
| 2 | Tour noire sur case noire b8 · Tour noire sur case noire f8 · Roi noir sur case noire h8 · Pion noir sur case blanche f7 · Tour blanche sur case noire g7 · Pion blanc sur case blanche h7 · Pion noir sur case noire d6 · Fou noir sur case blanche e6 · Dame noire sur case noire f6 · Pion noir sur case noire e5 · Pion noir sur case noire b4 · Pion blanc sur case blanche e4 · Pion blanc sur case blanche b3 · Fou blanc sur case blanche d3 · Pion blanc sur case blanche c2 · Dame blanche sur case blanche g2 · Roi blanc sur case blanche b1 · Tour blanche sur case noire g1 | Tour noire sur case noire b8 · Tour noire sur case noire f8 · Roi noir sur case noire h8 · Pion noir sur case blanche f7 · Tour blanche sur case noire g7 · Pion blanc sur case blanche h7 · Pion noir sur case noire d6 · Fou noir sur case blanche e6 · Dame noire sur case noire f6 · Pion noir sur case noire e5 · Pion noir sur case noire b4 · Pion blanc sur case blanche e4 · Pion blanc sur case blanche b3 · Fou blanc sur case blanche d3 · Pion blanc sur case blanche c2 · Dame blanche sur case blanche g2 · Roi blanc sur case blanche b1 · Tour blanche sur case noire g1 | Tour noire sur case noire b8 · Tour noire sur case noire f8 · Roi noir sur case noire h8 · Pion noir sur case blanche f7 · Tour blanche sur case noire g7 · Pion blanc sur case blanche h7 · Pion noir sur case noire d6 · Fou noir sur case blanche e6 · Dame noire sur case noire f6 · Pion noir sur case noire e5 · Pion noir sur case noire b4 · Pion blanc sur case blanche e4 · Pion blanc sur case blanche b3 · Fou blanc sur case blanche d3 · Pion blanc sur case blanche c2 · Dame blanche sur case blanche g2 · Roi blanc sur case blanche b1 · Tour blanche sur case noire g1 | Tour noire sur case noire b8 · Tour noire sur case noire f8 · Roi noir sur case noire h8 · Pion noir sur case blanche f7 · Tour blanche sur case noire g7 · Pion blanc sur case blanche h7 · Pion noir sur case noire d6 · Fou noir sur case blanche e6 · Dame noire sur case noire f6 · Pion noir sur case noire e5 · Pion noir sur case noire b4 · Pion blanc sur case blanche e4 · Pion blanc sur case blanche b3 · Fou blanc sur case blanche d3 · Pion blanc sur case blanche c2 · Dame blanche sur case blanche g2 · Roi blanc sur case blanche b1 · Tour blanche sur case noire g1 | Tour noire sur case noire b8 · Tour noire sur case noire f8 · Roi noir sur case noire h8 · Pion noir sur case blanche f7 · Tour blanche sur case noire g7 · Pion blanc sur case blanche h7 · Pion noir sur case noire d6 · Fou noir sur case blanche e6 · Dame noire sur case noire f6 · Pion noir sur case noire e5 · Pion noir sur case noire b4 · Pion blanc sur case blanche e4 · Pion blanc sur case blanche b3 · Fou blanc sur case blanche d3 · Pion blanc sur case blanche c2 · Dame blanche sur case blanche g2 · Roi blanc sur case blanche b1 · Tour blanche sur case noire g1 | Tour noire sur case noire b8 · Tour noire sur case noire f8 · Roi noir sur case noire h8 · Pion noir sur case blanche f7 · Tour blanche sur case noire g7 · Pion blanc sur case blanche h7 · Pion noir sur case noire d6 · Fou noir sur case blanche e6 · Dame noire sur case noire f6 · Pion noir sur case noire e5 · Pion noir sur case noire b4 · Pion blanc sur case blanche e4 · Pion blanc sur case blanche b3 · Fou blanc sur case blanche d3 · Pion blanc sur case blanche c2 · Dame blanche sur case blanche g2 · Roi blanc sur case blanche b1 · Tour blanche sur case noire g1 | Tour noire sur case noire b8 · Tour noire sur case noire f8 · Roi noir sur case noire h8 · Pion noir sur case blanche f7 · Tour blanche sur case noire g7 · Pion blanc sur case blanche h7 · Pion noir sur case noire d6 · Fou noir sur case blanche e6 · Dame noire sur case noire f6 · Pion noir sur case noire e5 · Pion noir sur case noire b4 · Pion blanc sur case blanche e4 · Pion blanc sur case blanche b3 · Fou blanc sur case blanche d3 · Pion blanc sur case blanche c2 · Dame blanche sur case blanche g2 · Roi blanc sur case blanche b1 · Tour blanche sur case noire g1 | Tour noire sur case noire b8 · Tour noire sur case noire f8 · Roi noir sur case noire h8 · Pion noir sur case blanche f7 · Tour blanche sur case noire g7 · Pion blanc sur case blanche h7 · Pion noir sur case noire d6 · Fou noir sur case blanche e6 · Dame noire sur case noire f6 · Pion noir sur case noire e5 · Pion noir sur case noire b4 · Pion blanc sur case blanche e4 · Pion blanc sur case blanche b3 · Fou blanc sur case blanche d3 · Pion blanc sur case blanche c2 · Dame blanche sur case blanche g2 · Roi blanc sur case blanche b1 · Tour blanche sur case noire g1 | 2 |
| 1 | Tour noire sur case noire b8 · Tour noire sur case noire f8 · Roi noir sur case noire h8 · Pion noir sur case blanche f7 · Tour blanche sur case noire g7 · Pion blanc sur case blanche h7 · Pion noir sur case noire d6 · Fou noir sur case blanche e6 · Dame noire sur case noire f6 · Pion noir sur case noire e5 · Pion noir sur case noire b4 · Pion blanc sur case blanche e4 · Pion blanc sur case blanche b3 · Fou blanc sur case blanche d3 · Pion blanc sur case blanche c2 · Dame blanche sur case blanche g2 · Roi blanc sur case blanche b1 · Tour blanche sur case noire g1 | Tour noire sur case noire b8 · Tour noire sur case noire f8 · Roi noir sur case noire h8 · Pion noir sur case blanche f7 · Tour blanche sur case noire g7 · Pion blanc sur case blanche h7 · Pion noir sur case noire d6 · Fou noir sur case blanche e6 · Dame noire sur case noire f6 · Pion noir sur case noire e5 · Pion noir sur case noire b4 · Pion blanc sur case blanche e4 · Pion blanc sur case blanche b3 · Fou blanc sur case blanche d3 · Pion blanc sur case blanche c2 · Dame blanche sur case blanche g2 · Roi blanc sur case blanche b1 · Tour blanche sur case noire g1 | Tour noire sur case noire b8 · Tour noire sur case noire f8 · Roi noir sur case noire h8 · Pion noir sur case blanche f7 · Tour blanche sur case noire g7 · Pion blanc sur case blanche h7 · Pion noir sur case noire d6 · Fou noir sur case blanche e6 · Dame noire sur case noire f6 · Pion noir sur case noire e5 · Pion noir sur case noire b4 · Pion blanc sur case blanche e4 · Pion blanc sur case blanche b3 · Fou blanc sur case blanche d3 · Pion blanc sur case blanche c2 · Dame blanche sur case blanche g2 · Roi blanc sur case blanche b1 · Tour blanche sur case noire g1 | Tour noire sur case noire b8 · Tour noire sur case noire f8 · Roi noir sur case noire h8 · Pion noir sur case blanche f7 · Tour blanche sur case noire g7 · Pion blanc sur case blanche h7 · Pion noir sur case noire d6 · Fou noir sur case blanche e6 · Dame noire sur case noire f6 · Pion noir sur case noire e5 · Pion noir sur case noire b4 · Pion blanc sur case blanche e4 · Pion blanc sur case blanche b3 · Fou blanc sur case blanche d3 · Pion blanc sur case blanche c2 · Dame blanche sur case blanche g2 · Roi blanc sur case blanche b1 · Tour blanche sur case noire g1 | Tour noire sur case noire b8 · Tour noire sur case noire f8 · Roi noir sur case noire h8 · Pion noir sur case blanche f7 · Tour blanche sur case noire g7 · Pion blanc sur case blanche h7 · Pion noir sur case noire d6 · Fou noir sur case blanche e6 · Dame noire sur case noire f6 · Pion noir sur case noire e5 · Pion noir sur case noire b4 · Pion blanc sur case blanche e4 · Pion blanc sur case blanche b3 · Fou blanc sur case blanche d3 · Pion blanc sur case blanche c2 · Dame blanche sur case blanche g2 · Roi blanc sur case blanche b1 · Tour blanche sur case noire g1 | Tour noire sur case noire b8 · Tour noire sur case noire f8 · Roi noir sur case noire h8 · Pion noir sur case blanche f7 · Tour blanche sur case noire g7 · Pion blanc sur case blanche h7 · Pion noir sur case noire d6 · Fou noir sur case blanche e6 · Dame noire sur case noire f6 · Pion noir sur case noire e5 · Pion noir sur case noire b4 · Pion blanc sur case blanche e4 · Pion blanc sur case blanche b3 · Fou blanc sur case blanche d3 · Pion blanc sur case blanche c2 · Dame blanche sur case blanche g2 · Roi blanc sur case blanche b1 · Tour blanche sur case noire g1 | Tour noire sur case noire b8 · Tour noire sur case noire f8 · Roi noir sur case noire h8 · Pion noir sur case blanche f7 · Tour blanche sur case noire g7 · Pion blanc sur case blanche h7 · Pion noir sur case noire d6 · Fou noir sur case blanche e6 · Dame noire sur case noire f6 · Pion noir sur case noire e5 · Pion noir sur case noire b4 · Pion blanc sur case blanche e4 · Pion blanc sur case blanche b3 · Fou blanc sur case blanche d3 · Pion blanc sur case blanche c2 · Dame blanche sur case blanche g2 · Roi blanc sur case blanche b1 · Tour blanche sur case noire g1 | Tour noire sur case noire b8 · Tour noire sur case noire f8 · Roi noir sur case noire h8 · Pion noir sur case blanche f7 · Tour blanche sur case noire g7 · Pion blanc sur case blanche h7 · Pion noir sur case noire d6 · Fou noir sur case blanche e6 · Dame noire sur case noire f6 · Pion noir sur case noire e5 · Pion noir sur case noire b4 · Pion blanc sur case blanche e4 · Pion blanc sur case blanche b3 · Fou blanc sur case blanche d3 · Pion blanc sur case blanche c2 · Dame blanche sur case blanche g2 · Roi blanc sur case blanche b1 · Tour blanche sur case noire g1 | 1 |
|   | a | b | c | d | e | f | g | h |   |

28 octobre. 
Fischer–Spassky, partie 25 ; Défense sicilienne,  attaque anglaise (ECO B80) 

1.e4 c5 2.Cc3 Cc6 3.Cge2 e6 4.d4 cxd4 5.Cxd4 d6 6.Fe3 Cf6 7.Dd2 Fe7 8.f3 a6 9.0-0-0 0-0 10.g4 Cxd4 11.Fxd4 b5 12.g5 Cd7 13.h4 b4 14.Ca4 Fb7 15.Cb6 Tb8 16.Cxd7 Dxd7 17.Rb1 Dc7 18.Fd3 Fc8 19.h5 e5 20.Fe3 Fe6 21.Tdg1 a5 22.g6 Ff6 23.gxh7+ Rh8 24.Fg5 De7 25.Tg3 Fxg5 26.Txg5 Df6 27.Thg1 Dxf3 28.Txg7 Df6 29.h6 a4 30.b3 axb3 31.axb3 Tfd8 32.Dg2 Tf8 33.Tg8+ Rxh7 34.Tg7+ Rh8 35.h7 1–0

#### Partie 26: Spassky 1 Fischer 0 (Est-Indienne)
|   | a | b | c | d | e | f | g | h |   |
| 8 | Cavalier noir sur case blanche e8 · Roi noir sur case blanche g8 · Cavalier noir sur case blanche f7 · Pion noir sur case blanche h7 · Pion noir sur case blanche a6 · Pion noir sur case noire d6 · Pion noir sur case blanche g6 · Pion blanc sur case noire h6 · Pion noir sur case noire c5 · Pion blanc sur case blanche d5 · Pion noir sur case blanche f5 · Pion blanc sur case noire g5 · Pion blanc sur case blanche c4 · Pion blanc sur case noire f4 · Cavalier blanc sur case noire g3 · Pion blanc sur case blanche a2 · Fou noir sur case noire b2 · Fou blanc sur case noire d2 · Roi blanc sur case blanche g2 · Fou blanc sur case blanche b1 | Cavalier noir sur case blanche e8 · Roi noir sur case blanche g8 · Cavalier noir sur case blanche f7 · Pion noir sur case blanche h7 · Pion noir sur case blanche a6 · Pion noir sur case noire d6 · Pion noir sur case blanche g6 · Pion blanc sur case noire h6 · Pion noir sur case noire c5 · Pion blanc sur case blanche d5 · Pion noir sur case blanche f5 · Pion blanc sur case noire g5 · Pion blanc sur case blanche c4 · Pion blanc sur case noire f4 · Cavalier blanc sur case noire g3 · Pion blanc sur case blanche a2 · Fou noir sur case noire b2 · Fou blanc sur case noire d2 · Roi blanc sur case blanche g2 · Fou blanc sur case blanche b1 | Cavalier noir sur case blanche e8 · Roi noir sur case blanche g8 · Cavalier noir sur case blanche f7 · Pion noir sur case blanche h7 · Pion noir sur case blanche a6 · Pion noir sur case noire d6 · Pion noir sur case blanche g6 · Pion blanc sur case noire h6 · Pion noir sur case noire c5 · Pion blanc sur case blanche d5 · Pion noir sur case blanche f5 · Pion blanc sur case noire g5 · Pion blanc sur case blanche c4 · Pion blanc sur case noire f4 · Cavalier blanc sur case noire g3 · Pion blanc sur case blanche a2 · Fou noir sur case noire b2 · Fou blanc sur case noire d2 · Roi blanc sur case blanche g2 · Fou blanc sur case blanche b1 | Cavalier noir sur case blanche e8 · Roi noir sur case blanche g8 · Cavalier noir sur case blanche f7 · Pion noir sur case blanche h7 · Pion noir sur case blanche a6 · Pion noir sur case noire d6 · Pion noir sur case blanche g6 · Pion blanc sur case noire h6 · Pion noir sur case noire c5 · Pion blanc sur case blanche d5 · Pion noir sur case blanche f5 · Pion blanc sur case noire g5 · Pion blanc sur case blanche c4 · Pion blanc sur case noire f4 · Cavalier blanc sur case noire g3 · Pion blanc sur case blanche a2 · Fou noir sur case noire b2 · Fou blanc sur case noire d2 · Roi blanc sur case blanche g2 · Fou blanc sur case blanche b1 | Cavalier noir sur case blanche e8 · Roi noir sur case blanche g8 · Cavalier noir sur case blanche f7 · Pion noir sur case blanche h7 · Pion noir sur case blanche a6 · Pion noir sur case noire d6 · Pion noir sur case blanche g6 · Pion blanc sur case noire h6 · Pion noir sur case noire c5 · Pion blanc sur case blanche d5 · Pion noir sur case blanche f5 · Pion blanc sur case noire g5 · Pion blanc sur case blanche c4 · Pion blanc sur case noire f4 · Cavalier blanc sur case noire g3 · Pion blanc sur case blanche a2 · Fou noir sur case noire b2 · Fou blanc sur case noire d2 · Roi blanc sur case blanche g2 · Fou blanc sur case blanche b1 | Cavalier noir sur case blanche e8 · Roi noir sur case blanche g8 · Cavalier noir sur case blanche f7 · Pion noir sur case blanche h7 · Pion noir sur case blanche a6 · Pion noir sur case noire d6 · Pion noir sur case blanche g6 · Pion blanc sur case noire h6 · Pion noir sur case noire c5 · Pion blanc sur case blanche d5 · Pion noir sur case blanche f5 · Pion blanc sur case noire g5 · Pion blanc sur case blanche c4 · Pion blanc sur case noire f4 · Cavalier blanc sur case noire g3 · Pion blanc sur case blanche a2 · Fou noir sur case noire b2 · Fou blanc sur case noire d2 · Roi blanc sur case blanche g2 · Fou blanc sur case blanche b1 | Cavalier noir sur case blanche e8 · Roi noir sur case blanche g8 · Cavalier noir sur case blanche f7 · Pion noir sur case blanche h7 · Pion noir sur case blanche a6 · Pion noir sur case noire d6 · Pion noir sur case blanche g6 · Pion blanc sur case noire h6 · Pion noir sur case noire c5 · Pion blanc sur case blanche d5 · Pion noir sur case blanche f5 · Pion blanc sur case noire g5 · Pion blanc sur case blanche c4 · Pion blanc sur case noire f4 · Cavalier blanc sur case noire g3 · Pion blanc sur case blanche a2 · Fou noir sur case noire b2 · Fou blanc sur case noire d2 · Roi blanc sur case blanche g2 · Fou blanc sur case blanche b1 | Cavalier noir sur case blanche e8 · Roi noir sur case blanche g8 · Cavalier noir sur case blanche f7 · Pion noir sur case blanche h7 · Pion noir sur case blanche a6 · Pion noir sur case noire d6 · Pion noir sur case blanche g6 · Pion blanc sur case noire h6 · Pion noir sur case noire c5 · Pion blanc sur case blanche d5 · Pion noir sur case blanche f5 · Pion blanc sur case noire g5 · Pion blanc sur case blanche c4 · Pion blanc sur case noire f4 · Cavalier blanc sur case noire g3 · Pion blanc sur case blanche a2 · Fou noir sur case noire b2 · Fou blanc sur case noire d2 · Roi blanc sur case blanche g2 · Fou blanc sur case blanche b1 | 8 |
| 7 | Cavalier noir sur case blanche e8 · Roi noir sur case blanche g8 · Cavalier noir sur case blanche f7 · Pion noir sur case blanche h7 · Pion noir sur case blanche a6 · Pion noir sur case noire d6 · Pion noir sur case blanche g6 · Pion blanc sur case noire h6 · Pion noir sur case noire c5 · Pion blanc sur case blanche d5 · Pion noir sur case blanche f5 · Pion blanc sur case noire g5 · Pion blanc sur case blanche c4 · Pion blanc sur case noire f4 · Cavalier blanc sur case noire g3 · Pion blanc sur case blanche a2 · Fou noir sur case noire b2 · Fou blanc sur case noire d2 · Roi blanc sur case blanche g2 · Fou blanc sur case blanche b1 | Cavalier noir sur case blanche e8 · Roi noir sur case blanche g8 · Cavalier noir sur case blanche f7 · Pion noir sur case blanche h7 · Pion noir sur case blanche a6 · Pion noir sur case noire d6 · Pion noir sur case blanche g6 · Pion blanc sur case noire h6 · Pion noir sur case noire c5 · Pion blanc sur case blanche d5 · Pion noir sur case blanche f5 · Pion blanc sur case noire g5 · Pion blanc sur case blanche c4 · Pion blanc sur case noire f4 · Cavalier blanc sur case noire g3 · Pion blanc sur case blanche a2 · Fou noir sur case noire b2 · Fou blanc sur case noire d2 · Roi blanc sur case blanche g2 · Fou blanc sur case blanche b1 | Cavalier noir sur case blanche e8 · Roi noir sur case blanche g8 · Cavalier noir sur case blanche f7 · Pion noir sur case blanche h7 · Pion noir sur case blanche a6 · Pion noir sur case noire d6 · Pion noir sur case blanche g6 · Pion blanc sur case noire h6 · Pion noir sur case noire c5 · Pion blanc sur case blanche d5 · Pion noir sur case blanche f5 · Pion blanc sur case noire g5 · Pion blanc sur case blanche c4 · Pion blanc sur case noire f4 · Cavalier blanc sur case noire g3 · Pion blanc sur case blanche a2 · Fou noir sur case noire b2 · Fou blanc sur case noire d2 · Roi blanc sur case blanche g2 · Fou blanc sur case blanche b1 | Cavalier noir sur case blanche e8 · Roi noir sur case blanche g8 · Cavalier noir sur case blanche f7 · Pion noir sur case blanche h7 · Pion noir sur case blanche a6 · Pion noir sur case noire d6 · Pion noir sur case blanche g6 · Pion blanc sur case noire h6 · Pion noir sur case noire c5 · Pion blanc sur case blanche d5 · Pion noir sur case blanche f5 · Pion blanc sur case noire g5 · Pion blanc sur case blanche c4 · Pion blanc sur case noire f4 · Cavalier blanc sur case noire g3 · Pion blanc sur case blanche a2 · Fou noir sur case noire b2 · Fou blanc sur case noire d2 · Roi blanc sur case blanche g2 · Fou blanc sur case blanche b1 | Cavalier noir sur case blanche e8 · Roi noir sur case blanche g8 · Cavalier noir sur case blanche f7 · Pion noir sur case blanche h7 · Pion noir sur case blanche a6 · Pion noir sur case noire d6 · Pion noir sur case blanche g6 · Pion blanc sur case noire h6 · Pion noir sur case noire c5 · Pion blanc sur case blanche d5 · Pion noir sur case blanche f5 · Pion blanc sur case noire g5 · Pion blanc sur case blanche c4 · Pion blanc sur case noire f4 · Cavalier blanc sur case noire g3 · Pion blanc sur case blanche a2 · Fou noir sur case noire b2 · Fou blanc sur case noire d2 · Roi blanc sur case blanche g2 · Fou blanc sur case blanche b1 | Cavalier noir sur case blanche e8 · Roi noir sur case blanche g8 · Cavalier noir sur case blanche f7 · Pion noir sur case blanche h7 · Pion noir sur case blanche a6 · Pion noir sur case noire d6 · Pion noir sur case blanche g6 · Pion blanc sur case noire h6 · Pion noir sur case noire c5 · Pion blanc sur case blanche d5 · Pion noir sur case blanche f5 · Pion blanc sur case noire g5 · Pion blanc sur case blanche c4 · Pion blanc sur case noire f4 · Cavalier blanc sur case noire g3 · Pion blanc sur case blanche a2 · Fou noir sur case noire b2 · Fou blanc sur case noire d2 · Roi blanc sur case blanche g2 · Fou blanc sur case blanche b1 | Cavalier noir sur case blanche e8 · Roi noir sur case blanche g8 · Cavalier noir sur case blanche f7 · Pion noir sur case blanche h7 · Pion noir sur case blanche a6 · Pion noir sur case noire d6 · Pion noir sur case blanche g6 · Pion blanc sur case noire h6 · Pion noir sur case noire c5 · Pion blanc sur case blanche d5 · Pion noir sur case blanche f5 · Pion blanc sur case noire g5 · Pion blanc sur case blanche c4 · Pion blanc sur case noire f4 · Cavalier blanc sur case noire g3 · Pion blanc sur case blanche a2 · Fou noir sur case noire b2 · Fou blanc sur case noire d2 · Roi blanc sur case blanche g2 · Fou blanc sur case blanche b1 | Cavalier noir sur case blanche e8 · Roi noir sur case blanche g8 · Cavalier noir sur case blanche f7 · Pion noir sur case blanche h7 · Pion noir sur case blanche a6 · Pion noir sur case noire d6 · Pion noir sur case blanche g6 · Pion blanc sur case noire h6 · Pion noir sur case noire c5 · Pion blanc sur case blanche d5 · Pion noir sur case blanche f5 · Pion blanc sur case noire g5 · Pion blanc sur case blanche c4 · Pion blanc sur case noire f4 · Cavalier blanc sur case noire g3 · Pion blanc sur case blanche a2 · Fou noir sur case noire b2 · Fou blanc sur case noire d2 · Roi blanc sur case blanche g2 · Fou blanc sur case blanche b1 | 7 |
| 6 | Cavalier noir sur case blanche e8 · Roi noir sur case blanche g8 · Cavalier noir sur case blanche f7 · Pion noir sur case blanche h7 · Pion noir sur case blanche a6 · Pion noir sur case noire d6 · Pion noir sur case blanche g6 · Pion blanc sur case noire h6 · Pion noir sur case noire c5 · Pion blanc sur case blanche d5 · Pion noir sur case blanche f5 · Pion blanc sur case noire g5 · Pion blanc sur case blanche c4 · Pion blanc sur case noire f4 · Cavalier blanc sur case noire g3 · Pion blanc sur case blanche a2 · Fou noir sur case noire b2 · Fou blanc sur case noire d2 · Roi blanc sur case blanche g2 · Fou blanc sur case blanche b1 | Cavalier noir sur case blanche e8 · Roi noir sur case blanche g8 · Cavalier noir sur case blanche f7 · Pion noir sur case blanche h7 · Pion noir sur case blanche a6 · Pion noir sur case noire d6 · Pion noir sur case blanche g6 · Pion blanc sur case noire h6 · Pion noir sur case noire c5 · Pion blanc sur case blanche d5 · Pion noir sur case blanche f5 · Pion blanc sur case noire g5 · Pion blanc sur case blanche c4 · Pion blanc sur case noire f4 · Cavalier blanc sur case noire g3 · Pion blanc sur case blanche a2 · Fou noir sur case noire b2 · Fou blanc sur case noire d2 · Roi blanc sur case blanche g2 · Fou blanc sur case blanche b1 | Cavalier noir sur case blanche e8 · Roi noir sur case blanche g8 · Cavalier noir sur case blanche f7 · Pion noir sur case blanche h7 · Pion noir sur case blanche a6 · Pion noir sur case noire d6 · Pion noir sur case blanche g6 · Pion blanc sur case noire h6 · Pion noir sur case noire c5 · Pion blanc sur case blanche d5 · Pion noir sur case blanche f5 · Pion blanc sur case noire g5 · Pion blanc sur case blanche c4 · Pion blanc sur case noire f4 · Cavalier blanc sur case noire g3 · Pion blanc sur case blanche a2 · Fou noir sur case noire b2 · Fou blanc sur case noire d2 · Roi blanc sur case blanche g2 · Fou blanc sur case blanche b1 | Cavalier noir sur case blanche e8 · Roi noir sur case blanche g8 · Cavalier noir sur case blanche f7 · Pion noir sur case blanche h7 · Pion noir sur case blanche a6 · Pion noir sur case noire d6 · Pion noir sur case blanche g6 · Pion blanc sur case noire h6 · Pion noir sur case noire c5 · Pion blanc sur case blanche d5 · Pion noir sur case blanche f5 · Pion blanc sur case noire g5 · Pion blanc sur case blanche c4 · Pion blanc sur case noire f4 · Cavalier blanc sur case noire g3 · Pion blanc sur case blanche a2 · Fou noir sur case noire b2 · Fou blanc sur case noire d2 · Roi blanc sur case blanche g2 · Fou blanc sur case blanche b1 | Cavalier noir sur case blanche e8 · Roi noir sur case blanche g8 · Cavalier noir sur case blanche f7 · Pion noir sur case blanche h7 · Pion noir sur case blanche a6 · Pion noir sur case noire d6 · Pion noir sur case blanche g6 · Pion blanc sur case noire h6 · Pion noir sur case noire c5 · Pion blanc sur case blanche d5 · Pion noir sur case blanche f5 · Pion blanc sur case noire g5 · Pion blanc sur case blanche c4 · Pion blanc sur case noire f4 · Cavalier blanc sur case noire g3 · Pion blanc sur case blanche a2 · Fou noir sur case noire b2 · Fou blanc sur case noire d2 · Roi blanc sur case blanche g2 · Fou blanc sur case blanche b1 | Cavalier noir sur case blanche e8 · Roi noir sur case blanche g8 · Cavalier noir sur case blanche f7 · Pion noir sur case blanche h7 · Pion noir sur case blanche a6 · Pion noir sur case noire d6 · Pion noir sur case blanche g6 · Pion blanc sur case noire h6 · Pion noir sur case noire c5 · Pion blanc sur case blanche d5 · Pion noir sur case blanche f5 · Pion blanc sur case noire g5 · Pion blanc sur case blanche c4 · Pion blanc sur case noire f4 · Cavalier blanc sur case noire g3 · Pion blanc sur case blanche a2 · Fou noir sur case noire b2 · Fou blanc sur case noire d2 · Roi blanc sur case blanche g2 · Fou blanc sur case blanche b1 | Cavalier noir sur case blanche e8 · Roi noir sur case blanche g8 · Cavalier noir sur case blanche f7 · Pion noir sur case blanche h7 · Pion noir sur case blanche a6 · Pion noir sur case noire d6 · Pion noir sur case blanche g6 · Pion blanc sur case noire h6 · Pion noir sur case noire c5 · Pion blanc sur case blanche d5 · Pion noir sur case blanche f5 · Pion blanc sur case noire g5 · Pion blanc sur case blanche c4 · Pion blanc sur case noire f4 · Cavalier blanc sur case noire g3 · Pion blanc sur case blanche a2 · Fou noir sur case noire b2 · Fou blanc sur case noire d2 · Roi blanc sur case blanche g2 · Fou blanc sur case blanche b1 | Cavalier noir sur case blanche e8 · Roi noir sur case blanche g8 · Cavalier noir sur case blanche f7 · Pion noir sur case blanche h7 · Pion noir sur case blanche a6 · Pion noir sur case noire d6 · Pion noir sur case blanche g6 · Pion blanc sur case noire h6 · Pion noir sur case noire c5 · Pion blanc sur case blanche d5 · Pion noir sur case blanche f5 · Pion blanc sur case noire g5 · Pion blanc sur case blanche c4 · Pion blanc sur case noire f4 · Cavalier blanc sur case noire g3 · Pion blanc sur case blanche a2 · Fou noir sur case noire b2 · Fou blanc sur case noire d2 · Roi blanc sur case blanche g2 · Fou blanc sur case blanche b1 | 6 |
| 5 | Cavalier noir sur case blanche e8 · Roi noir sur case blanche g8 · Cavalier noir sur case blanche f7 · Pion noir sur case blanche h7 · Pion noir sur case blanche a6 · Pion noir sur case noire d6 · Pion noir sur case blanche g6 · Pion blanc sur case noire h6 · Pion noir sur case noire c5 · Pion blanc sur case blanche d5 · Pion noir sur case blanche f5 · Pion blanc sur case noire g5 · Pion blanc sur case blanche c4 · Pion blanc sur case noire f4 · Cavalier blanc sur case noire g3 · Pion blanc sur case blanche a2 · Fou noir sur case noire b2 · Fou blanc sur case noire d2 · Roi blanc sur case blanche g2 · Fou blanc sur case blanche b1 | Cavalier noir sur case blanche e8 · Roi noir sur case blanche g8 · Cavalier noir sur case blanche f7 · Pion noir sur case blanche h7 · Pion noir sur case blanche a6 · Pion noir sur case noire d6 · Pion noir sur case blanche g6 · Pion blanc sur case noire h6 · Pion noir sur case noire c5 · Pion blanc sur case blanche d5 · Pion noir sur case blanche f5 · Pion blanc sur case noire g5 · Pion blanc sur case blanche c4 · Pion blanc sur case noire f4 · Cavalier blanc sur case noire g3 · Pion blanc sur case blanche a2 · Fou noir sur case noire b2 · Fou blanc sur case noire d2 · Roi blanc sur case blanche g2 · Fou blanc sur case blanche b1 | Cavalier noir sur case blanche e8 · Roi noir sur case blanche g8 · Cavalier noir sur case blanche f7 · Pion noir sur case blanche h7 · Pion noir sur case blanche a6 · Pion noir sur case noire d6 · Pion noir sur case blanche g6 · Pion blanc sur case noire h6 · Pion noir sur case noire c5 · Pion blanc sur case blanche d5 · Pion noir sur case blanche f5 · Pion blanc sur case noire g5 · Pion blanc sur case blanche c4 · Pion blanc sur case noire f4 · Cavalier blanc sur case noire g3 · Pion blanc sur case blanche a2 · Fou noir sur case noire b2 · Fou blanc sur case noire d2 · Roi blanc sur case blanche g2 · Fou blanc sur case blanche b1 | Cavalier noir sur case blanche e8 · Roi noir sur case blanche g8 · Cavalier noir sur case blanche f7 · Pion noir sur case blanche h7 · Pion noir sur case blanche a6 · Pion noir sur case noire d6 · Pion noir sur case blanche g6 · Pion blanc sur case noire h6 · Pion noir sur case noire c5 · Pion blanc sur case blanche d5 · Pion noir sur case blanche f5 · Pion blanc sur case noire g5 · Pion blanc sur case blanche c4 · Pion blanc sur case noire f4 · Cavalier blanc sur case noire g3 · Pion blanc sur case blanche a2 · Fou noir sur case noire b2 · Fou blanc sur case noire d2 · Roi blanc sur case blanche g2 · Fou blanc sur case blanche b1 | Cavalier noir sur case blanche e8 · Roi noir sur case blanche g8 · Cavalier noir sur case blanche f7 · Pion noir sur case blanche h7 · Pion noir sur case blanche a6 · Pion noir sur case noire d6 · Pion noir sur case blanche g6 · Pion blanc sur case noire h6 · Pion noir sur case noire c5 · Pion blanc sur case blanche d5 · Pion noir sur case blanche f5 · Pion blanc sur case noire g5 · Pion blanc sur case blanche c4 · Pion blanc sur case noire f4 · Cavalier blanc sur case noire g3 · Pion blanc sur case blanche a2 · Fou noir sur case noire b2 · Fou blanc sur case noire d2 · Roi blanc sur case blanche g2 · Fou blanc sur case blanche b1 | Cavalier noir sur case blanche e8 · Roi noir sur case blanche g8 · Cavalier noir sur case blanche f7 · Pion noir sur case blanche h7 · Pion noir sur case blanche a6 · Pion noir sur case noire d6 · Pion noir sur case blanche g6 · Pion blanc sur case noire h6 · Pion noir sur case noire c5 · Pion blanc sur case blanche d5 · Pion noir sur case blanche f5 · Pion blanc sur case noire g5 · Pion blanc sur case blanche c4 · Pion blanc sur case noire f4 · Cavalier blanc sur case noire g3 · Pion blanc sur case blanche a2 · Fou noir sur case noire b2 · Fou blanc sur case noire d2 · Roi blanc sur case blanche g2 · Fou blanc sur case blanche b1 | Cavalier noir sur case blanche e8 · Roi noir sur case blanche g8 · Cavalier noir sur case blanche f7 · Pion noir sur case blanche h7 · Pion noir sur case blanche a6 · Pion noir sur case noire d6 · Pion noir sur case blanche g6 · Pion blanc sur case noire h6 · Pion noir sur case noire c5 · Pion blanc sur case blanche d5 · Pion noir sur case blanche f5 · Pion blanc sur case noire g5 · Pion blanc sur case blanche c4 · Pion blanc sur case noire f4 · Cavalier blanc sur case noire g3 · Pion blanc sur case blanche a2 · Fou noir sur case noire b2 · Fou blanc sur case noire d2 · Roi blanc sur case blanche g2 · Fou blanc sur case blanche b1 | Cavalier noir sur case blanche e8 · Roi noir sur case blanche g8 · Cavalier noir sur case blanche f7 · Pion noir sur case blanche h7 · Pion noir sur case blanche a6 · Pion noir sur case noire d6 · Pion noir sur case blanche g6 · Pion blanc sur case noire h6 · Pion noir sur case noire c5 · Pion blanc sur case blanche d5 · Pion noir sur case blanche f5 · Pion blanc sur case noire g5 · Pion blanc sur case blanche c4 · Pion blanc sur case noire f4 · Cavalier blanc sur case noire g3 · Pion blanc sur case blanche a2 · Fou noir sur case noire b2 · Fou blanc sur case noire d2 · Roi blanc sur case blanche g2 · Fou blanc sur case blanche b1 | 5 |
| 4 | Cavalier noir sur case blanche e8 · Roi noir sur case blanche g8 · Cavalier noir sur case blanche f7 · Pion noir sur case blanche h7 · Pion noir sur case blanche a6 · Pion noir sur case noire d6 · Pion noir sur case blanche g6 · Pion blanc sur case noire h6 · Pion noir sur case noire c5 · Pion blanc sur case blanche d5 · Pion noir sur case blanche f5 · Pion blanc sur case noire g5 · Pion blanc sur case blanche c4 · Pion blanc sur case noire f4 · Cavalier blanc sur case noire g3 · Pion blanc sur case blanche a2 · Fou noir sur case noire b2 · Fou blanc sur case noire d2 · Roi blanc sur case blanche g2 · Fou blanc sur case blanche b1 | Cavalier noir sur case blanche e8 · Roi noir sur case blanche g8 · Cavalier noir sur case blanche f7 · Pion noir sur case blanche h7 · Pion noir sur case blanche a6 · Pion noir sur case noire d6 · Pion noir sur case blanche g6 · Pion blanc sur case noire h6 · Pion noir sur case noire c5 · Pion blanc sur case blanche d5 · Pion noir sur case blanche f5 · Pion blanc sur case noire g5 · Pion blanc sur case blanche c4 · Pion blanc sur case noire f4 · Cavalier blanc sur case noire g3 · Pion blanc sur case blanche a2 · Fou noir sur case noire b2 · Fou blanc sur case noire d2 · Roi blanc sur case blanche g2 · Fou blanc sur case blanche b1 | Cavalier noir sur case blanche e8 · Roi noir sur case blanche g8 · Cavalier noir sur case blanche f7 · Pion noir sur case blanche h7 · Pion noir sur case blanche a6 · Pion noir sur case noire d6 · Pion noir sur case blanche g6 · Pion blanc sur case noire h6 · Pion noir sur case noire c5 · Pion blanc sur case blanche d5 · Pion noir sur case blanche f5 · Pion blanc sur case noire g5 · Pion blanc sur case blanche c4 · Pion blanc sur case noire f4 · Cavalier blanc sur case noire g3 · Pion blanc sur case blanche a2 · Fou noir sur case noire b2 · Fou blanc sur case noire d2 · Roi blanc sur case blanche g2 · Fou blanc sur case blanche b1 | Cavalier noir sur case blanche e8 · Roi noir sur case blanche g8 · Cavalier noir sur case blanche f7 · Pion noir sur case blanche h7 · Pion noir sur case blanche a6 · Pion noir sur case noire d6 · Pion noir sur case blanche g6 · Pion blanc sur case noire h6 · Pion noir sur case noire c5 · Pion blanc sur case blanche d5 · Pion noir sur case blanche f5 · Pion blanc sur case noire g5 · Pion blanc sur case blanche c4 · Pion blanc sur case noire f4 · Cavalier blanc sur case noire g3 · Pion blanc sur case blanche a2 · Fou noir sur case noire b2 · Fou blanc sur case noire d2 · Roi blanc sur case blanche g2 · Fou blanc sur case blanche b1 | Cavalier noir sur case blanche e8 · Roi noir sur case blanche g8 · Cavalier noir sur case blanche f7 · Pion noir sur case blanche h7 · Pion noir sur case blanche a6 · Pion noir sur case noire d6 · Pion noir sur case blanche g6 · Pion blanc sur case noire h6 · Pion noir sur case noire c5 · Pion blanc sur case blanche d5 · Pion noir sur case blanche f5 · Pion blanc sur case noire g5 · Pion blanc sur case blanche c4 · Pion blanc sur case noire f4 · Cavalier blanc sur case noire g3 · Pion blanc sur case blanche a2 · Fou noir sur case noire b2 · Fou blanc sur case noire d2 · Roi blanc sur case blanche g2 · Fou blanc sur case blanche b1 | Cavalier noir sur case blanche e8 · Roi noir sur case blanche g8 · Cavalier noir sur case blanche f7 · Pion noir sur case blanche h7 · Pion noir sur case blanche a6 · Pion noir sur case noire d6 · Pion noir sur case blanche g6 · Pion blanc sur case noire h6 · Pion noir sur case noire c5 · Pion blanc sur case blanche d5 · Pion noir sur case blanche f5 · Pion blanc sur case noire g5 · Pion blanc sur case blanche c4 · Pion blanc sur case noire f4 · Cavalier blanc sur case noire g3 · Pion blanc sur case blanche a2 · Fou noir sur case noire b2 · Fou blanc sur case noire d2 · Roi blanc sur case blanche g2 · Fou blanc sur case blanche b1 | Cavalier noir sur case blanche e8 · Roi noir sur case blanche g8 · Cavalier noir sur case blanche f7 · Pion noir sur case blanche h7 · Pion noir sur case blanche a6 · Pion noir sur case noire d6 · Pion noir sur case blanche g6 · Pion blanc sur case noire h6 · Pion noir sur case noire c5 · Pion blanc sur case blanche d5 · Pion noir sur case blanche f5 · Pion blanc sur case noire g5 · Pion blanc sur case blanche c4 · Pion blanc sur case noire f4 · Cavalier blanc sur case noire g3 · Pion blanc sur case blanche a2 · Fou noir sur case noire b2 · Fou blanc sur case noire d2 · Roi blanc sur case blanche g2 · Fou blanc sur case blanche b1 | Cavalier noir sur case blanche e8 · Roi noir sur case blanche g8 · Cavalier noir sur case blanche f7 · Pion noir sur case blanche h7 · Pion noir sur case blanche a6 · Pion noir sur case noire d6 · Pion noir sur case blanche g6 · Pion blanc sur case noire h6 · Pion noir sur case noire c5 · Pion blanc sur case blanche d5 · Pion noir sur case blanche f5 · Pion blanc sur case noire g5 · Pion blanc sur case blanche c4 · Pion blanc sur case noire f4 · Cavalier blanc sur case noire g3 · Pion blanc sur case blanche a2 · Fou noir sur case noire b2 · Fou blanc sur case noire d2 · Roi blanc sur case blanche g2 · Fou blanc sur case blanche b1 | 4 |
| 3 | Cavalier noir sur case blanche e8 · Roi noir sur case blanche g8 · Cavalier noir sur case blanche f7 · Pion noir sur case blanche h7 · Pion noir sur case blanche a6 · Pion noir sur case noire d6 · Pion noir sur case blanche g6 · Pion blanc sur case noire h6 · Pion noir sur case noire c5 · Pion blanc sur case blanche d5 · Pion noir sur case blanche f5 · Pion blanc sur case noire g5 · Pion blanc sur case blanche c4 · Pion blanc sur case noire f4 · Cavalier blanc sur case noire g3 · Pion blanc sur case blanche a2 · Fou noir sur case noire b2 · Fou blanc sur case noire d2 · Roi blanc sur case blanche g2 · Fou blanc sur case blanche b1 | Cavalier noir sur case blanche e8 · Roi noir sur case blanche g8 · Cavalier noir sur case blanche f7 · Pion noir sur case blanche h7 · Pion noir sur case blanche a6 · Pion noir sur case noire d6 · Pion noir sur case blanche g6 · Pion blanc sur case noire h6 · Pion noir sur case noire c5 · Pion blanc sur case blanche d5 · Pion noir sur case blanche f5 · Pion blanc sur case noire g5 · Pion blanc sur case blanche c4 · Pion blanc sur case noire f4 · Cavalier blanc sur case noire g3 · Pion blanc sur case blanche a2 · Fou noir sur case noire b2 · Fou blanc sur case noire d2 · Roi blanc sur case blanche g2 · Fou blanc sur case blanche b1 | Cavalier noir sur case blanche e8 · Roi noir sur case blanche g8 · Cavalier noir sur case blanche f7 · Pion noir sur case blanche h7 · Pion noir sur case blanche a6 · Pion noir sur case noire d6 · Pion noir sur case blanche g6 · Pion blanc sur case noire h6 · Pion noir sur case noire c5 · Pion blanc sur case blanche d5 · Pion noir sur case blanche f5 · Pion blanc sur case noire g5 · Pion blanc sur case blanche c4 · Pion blanc sur case noire f4 · Cavalier blanc sur case noire g3 · Pion blanc sur case blanche a2 · Fou noir sur case noire b2 · Fou blanc sur case noire d2 · Roi blanc sur case blanche g2 · Fou blanc sur case blanche b1 | Cavalier noir sur case blanche e8 · Roi noir sur case blanche g8 · Cavalier noir sur case blanche f7 · Pion noir sur case blanche h7 · Pion noir sur case blanche a6 · Pion noir sur case noire d6 · Pion noir sur case blanche g6 · Pion blanc sur case noire h6 · Pion noir sur case noire c5 · Pion blanc sur case blanche d5 · Pion noir sur case blanche f5 · Pion blanc sur case noire g5 · Pion blanc sur case blanche c4 · Pion blanc sur case noire f4 · Cavalier blanc sur case noire g3 · Pion blanc sur case blanche a2 · Fou noir sur case noire b2 · Fou blanc sur case noire d2 · Roi blanc sur case blanche g2 · Fou blanc sur case blanche b1 | Cavalier noir sur case blanche e8 · Roi noir sur case blanche g8 · Cavalier noir sur case blanche f7 · Pion noir sur case blanche h7 · Pion noir sur case blanche a6 · Pion noir sur case noire d6 · Pion noir sur case blanche g6 · Pion blanc sur case noire h6 · Pion noir sur case noire c5 · Pion blanc sur case blanche d5 · Pion noir sur case blanche f5 · Pion blanc sur case noire g5 · Pion blanc sur case blanche c4 · Pion blanc sur case noire f4 · Cavalier blanc sur case noire g3 · Pion blanc sur case blanche a2 · Fou noir sur case noire b2 · Fou blanc sur case noire d2 · Roi blanc sur case blanche g2 · Fou blanc sur case blanche b1 | Cavalier noir sur case blanche e8 · Roi noir sur case blanche g8 · Cavalier noir sur case blanche f7 · Pion noir sur case blanche h7 · Pion noir sur case blanche a6 · Pion noir sur case noire d6 · Pion noir sur case blanche g6 · Pion blanc sur case noire h6 · Pion noir sur case noire c5 · Pion blanc sur case blanche d5 · Pion noir sur case blanche f5 · Pion blanc sur case noire g5 · Pion blanc sur case blanche c4 · Pion blanc sur case noire f4 · Cavalier blanc sur case noire g3 · Pion blanc sur case blanche a2 · Fou noir sur case noire b2 · Fou blanc sur case noire d2 · Roi blanc sur case blanche g2 · Fou blanc sur case blanche b1 | Cavalier noir sur case blanche e8 · Roi noir sur case blanche g8 · Cavalier noir sur case blanche f7 · Pion noir sur case blanche h7 · Pion noir sur case blanche a6 · Pion noir sur case noire d6 · Pion noir sur case blanche g6 · Pion blanc sur case noire h6 · Pion noir sur case noire c5 · Pion blanc sur case blanche d5 · Pion noir sur case blanche f5 · Pion blanc sur case noire g5 · Pion blanc sur case blanche c4 · Pion blanc sur case noire f4 · Cavalier blanc sur case noire g3 · Pion blanc sur case blanche a2 · Fou noir sur case noire b2 · Fou blanc sur case noire d2 · Roi blanc sur case blanche g2 · Fou blanc sur case blanche b1 | Cavalier noir sur case blanche e8 · Roi noir sur case blanche g8 · Cavalier noir sur case blanche f7 · Pion noir sur case blanche h7 · Pion noir sur case blanche a6 · Pion noir sur case noire d6 · Pion noir sur case blanche g6 · Pion blanc sur case noire h6 · Pion noir sur case noire c5 · Pion blanc sur case blanche d5 · Pion noir sur case blanche f5 · Pion blanc sur case noire g5 · Pion blanc sur case blanche c4 · Pion blanc sur case noire f4 · Cavalier blanc sur case noire g3 · Pion blanc sur case blanche a2 · Fou noir sur case noire b2 · Fou blanc sur case noire d2 · Roi blanc sur case blanche g2 · Fou blanc sur case blanche b1 | 3 |
| 2 | Cavalier noir sur case blanche e8 · Roi noir sur case blanche g8 · Cavalier noir sur case blanche f7 · Pion noir sur case blanche h7 · Pion noir sur case blanche a6 · Pion noir sur case noire d6 · Pion noir sur case blanche g6 · Pion blanc sur case noire h6 · Pion noir sur case noire c5 · Pion blanc sur case blanche d5 · Pion noir sur case blanche f5 · Pion blanc sur case noire g5 · Pion blanc sur case blanche c4 · Pion blanc sur case noire f4 · Cavalier blanc sur case noire g3 · Pion blanc sur case blanche a2 · Fou noir sur case noire b2 · Fou blanc sur case noire d2 · Roi blanc sur case blanche g2 · Fou blanc sur case blanche b1 | Cavalier noir sur case blanche e8 · Roi noir sur case blanche g8 · Cavalier noir sur case blanche f7 · Pion noir sur case blanche h7 · Pion noir sur case blanche a6 · Pion noir sur case noire d6 · Pion noir sur case blanche g6 · Pion blanc sur case noire h6 · Pion noir sur case noire c5 · Pion blanc sur case blanche d5 · Pion noir sur case blanche f5 · Pion blanc sur case noire g5 · Pion blanc sur case blanche c4 · Pion blanc sur case noire f4 · Cavalier blanc sur case noire g3 · Pion blanc sur case blanche a2 · Fou noir sur case noire b2 · Fou blanc sur case noire d2 · Roi blanc sur case blanche g2 · Fou blanc sur case blanche b1 | Cavalier noir sur case blanche e8 · Roi noir sur case blanche g8 · Cavalier noir sur case blanche f7 · Pion noir sur case blanche h7 · Pion noir sur case blanche a6 · Pion noir sur case noire d6 · Pion noir sur case blanche g6 · Pion blanc sur case noire h6 · Pion noir sur case noire c5 · Pion blanc sur case blanche d5 · Pion noir sur case blanche f5 · Pion blanc sur case noire g5 · Pion blanc sur case blanche c4 · Pion blanc sur case noire f4 · Cavalier blanc sur case noire g3 · Pion blanc sur case blanche a2 · Fou noir sur case noire b2 · Fou blanc sur case noire d2 · Roi blanc sur case blanche g2 · Fou blanc sur case blanche b1 | Cavalier noir sur case blanche e8 · Roi noir sur case blanche g8 · Cavalier noir sur case blanche f7 · Pion noir sur case blanche h7 · Pion noir sur case blanche a6 · Pion noir sur case noire d6 · Pion noir sur case blanche g6 · Pion blanc sur case noire h6 · Pion noir sur case noire c5 · Pion blanc sur case blanche d5 · Pion noir sur case blanche f5 · Pion blanc sur case noire g5 · Pion blanc sur case blanche c4 · Pion blanc sur case noire f4 · Cavalier blanc sur case noire g3 · Pion blanc sur case blanche a2 · Fou noir sur case noire b2 · Fou blanc sur case noire d2 · Roi blanc sur case blanche g2 · Fou blanc sur case blanche b1 | Cavalier noir sur case blanche e8 · Roi noir sur case blanche g8 · Cavalier noir sur case blanche f7 · Pion noir sur case blanche h7 · Pion noir sur case blanche a6 · Pion noir sur case noire d6 · Pion noir sur case blanche g6 · Pion blanc sur case noire h6 · Pion noir sur case noire c5 · Pion blanc sur case blanche d5 · Pion noir sur case blanche f5 · Pion blanc sur case noire g5 · Pion blanc sur case blanche c4 · Pion blanc sur case noire f4 · Cavalier blanc sur case noire g3 · Pion blanc sur case blanche a2 · Fou noir sur case noire b2 · Fou blanc sur case noire d2 · Roi blanc sur case blanche g2 · Fou blanc sur case blanche b1 | Cavalier noir sur case blanche e8 · Roi noir sur case blanche g8 · Cavalier noir sur case blanche f7 · Pion noir sur case blanche h7 · Pion noir sur case blanche a6 · Pion noir sur case noire d6 · Pion noir sur case blanche g6 · Pion blanc sur case noire h6 · Pion noir sur case noire c5 · Pion blanc sur case blanche d5 · Pion noir sur case blanche f5 · Pion blanc sur case noire g5 · Pion blanc sur case blanche c4 · Pion blanc sur case noire f4 · Cavalier blanc sur case noire g3 · Pion blanc sur case blanche a2 · Fou noir sur case noire b2 · Fou blanc sur case noire d2 · Roi blanc sur case blanche g2 · Fou blanc sur case blanche b1 | Cavalier noir sur case blanche e8 · Roi noir sur case blanche g8 · Cavalier noir sur case blanche f7 · Pion noir sur case blanche h7 · Pion noir sur case blanche a6 · Pion noir sur case noire d6 · Pion noir sur case blanche g6 · Pion blanc sur case noire h6 · Pion noir sur case noire c5 · Pion blanc sur case blanche d5 · Pion noir sur case blanche f5 · Pion blanc sur case noire g5 · Pion blanc sur case blanche c4 · Pion blanc sur case noire f4 · Cavalier blanc sur case noire g3 · Pion blanc sur case blanche a2 · Fou noir sur case noire b2 · Fou blanc sur case noire d2 · Roi blanc sur case blanche g2 · Fou blanc sur case blanche b1 | Cavalier noir sur case blanche e8 · Roi noir sur case blanche g8 · Cavalier noir sur case blanche f7 · Pion noir sur case blanche h7 · Pion noir sur case blanche a6 · Pion noir sur case noire d6 · Pion noir sur case blanche g6 · Pion blanc sur case noire h6 · Pion noir sur case noire c5 · Pion blanc sur case blanche d5 · Pion noir sur case blanche f5 · Pion blanc sur case noire g5 · Pion blanc sur case blanche c4 · Pion blanc sur case noire f4 · Cavalier blanc sur case noire g3 · Pion blanc sur case blanche a2 · Fou noir sur case noire b2 · Fou blanc sur case noire d2 · Roi blanc sur case blanche g2 · Fou blanc sur case blanche b1 | 2 |
| 1 | Cavalier noir sur case blanche e8 · Roi noir sur case blanche g8 · Cavalier noir sur case blanche f7 · Pion noir sur case blanche h7 · Pion noir sur case blanche a6 · Pion noir sur case noire d6 · Pion noir sur case blanche g6 · Pion blanc sur case noire h6 · Pion noir sur case noire c5 · Pion blanc sur case blanche d5 · Pion noir sur case blanche f5 · Pion blanc sur case noire g5 · Pion blanc sur case blanche c4 · Pion blanc sur case noire f4 · Cavalier blanc sur case noire g3 · Pion blanc sur case blanche a2 · Fou noir sur case noire b2 · Fou blanc sur case noire d2 · Roi blanc sur case blanche g2 · Fou blanc sur case blanche b1 | Cavalier noir sur case blanche e8 · Roi noir sur case blanche g8 · Cavalier noir sur case blanche f7 · Pion noir sur case blanche h7 · Pion noir sur case blanche a6 · Pion noir sur case noire d6 · Pion noir sur case blanche g6 · Pion blanc sur case noire h6 · Pion noir sur case noire c5 · Pion blanc sur case blanche d5 · Pion noir sur case blanche f5 · Pion blanc sur case noire g5 · Pion blanc sur case blanche c4 · Pion blanc sur case noire f4 · Cavalier blanc sur case noire g3 · Pion blanc sur case blanche a2 · Fou noir sur case noire b2 · Fou blanc sur case noire d2 · Roi blanc sur case blanche g2 · Fou blanc sur case blanche b1 | Cavalier noir sur case blanche e8 · Roi noir sur case blanche g8 · Cavalier noir sur case blanche f7 · Pion noir sur case blanche h7 · Pion noir sur case blanche a6 · Pion noir sur case noire d6 · Pion noir sur case blanche g6 · Pion blanc sur case noire h6 · Pion noir sur case noire c5 · Pion blanc sur case blanche d5 · Pion noir sur case blanche f5 · Pion blanc sur case noire g5 · Pion blanc sur case blanche c4 · Pion blanc sur case noire f4 · Cavalier blanc sur case noire g3 · Pion blanc sur case blanche a2 · Fou noir sur case noire b2 · Fou blanc sur case noire d2 · Roi blanc sur case blanche g2 · Fou blanc sur case blanche b1 | Cavalier noir sur case blanche e8 · Roi noir sur case blanche g8 · Cavalier noir sur case blanche f7 · Pion noir sur case blanche h7 · Pion noir sur case blanche a6 · Pion noir sur case noire d6 · Pion noir sur case blanche g6 · Pion blanc sur case noire h6 · Pion noir sur case noire c5 · Pion blanc sur case blanche d5 · Pion noir sur case blanche f5 · Pion blanc sur case noire g5 · Pion blanc sur case blanche c4 · Pion blanc sur case noire f4 · Cavalier blanc sur case noire g3 · Pion blanc sur case blanche a2 · Fou noir sur case noire b2 · Fou blanc sur case noire d2 · Roi blanc sur case blanche g2 · Fou blanc sur case blanche b1 | Cavalier noir sur case blanche e8 · Roi noir sur case blanche g8 · Cavalier noir sur case blanche f7 · Pion noir sur case blanche h7 · Pion noir sur case blanche a6 · Pion noir sur case noire d6 · Pion noir sur case blanche g6 · Pion blanc sur case noire h6 · Pion noir sur case noire c5 · Pion blanc sur case blanche d5 · Pion noir sur case blanche f5 · Pion blanc sur case noire g5 · Pion blanc sur case blanche c4 · Pion blanc sur case noire f4 · Cavalier blanc sur case noire g3 · Pion blanc sur case blanche a2 · Fou noir sur case noire b2 · Fou blanc sur case noire d2 · Roi blanc sur case blanche g2 · Fou blanc sur case blanche b1 | Cavalier noir sur case blanche e8 · Roi noir sur case blanche g8 · Cavalier noir sur case blanche f7 · Pion noir sur case blanche h7 · Pion noir sur case blanche a6 · Pion noir sur case noire d6 · Pion noir sur case blanche g6 · Pion blanc sur case noire h6 · Pion noir sur case noire c5 · Pion blanc sur case blanche d5 · Pion noir sur case blanche f5 · Pion blanc sur case noire g5 · Pion blanc sur case blanche c4 · Pion blanc sur case noire f4 · Cavalier blanc sur case noire g3 · Pion blanc sur case blanche a2 · Fou noir sur case noire b2 · Fou blanc sur case noire d2 · Roi blanc sur case blanche g2 · Fou blanc sur case blanche b1 | Cavalier noir sur case blanche e8 · Roi noir sur case blanche g8 · Cavalier noir sur case blanche f7 · Pion noir sur case blanche h7 · Pion noir sur case blanche a6 · Pion noir sur case noire d6 · Pion noir sur case blanche g6 · Pion blanc sur case noire h6 · Pion noir sur case noire c5 · Pion blanc sur case blanche d5 · Pion noir sur case blanche f5 · Pion blanc sur case noire g5 · Pion blanc sur case blanche c4 · Pion blanc sur case noire f4 · Cavalier blanc sur case noire g3 · Pion blanc sur case blanche a2 · Fou noir sur case noire b2 · Fou blanc sur case noire d2 · Roi blanc sur case blanche g2 · Fou blanc sur case blanche b1 | Cavalier noir sur case blanche e8 · Roi noir sur case blanche g8 · Cavalier noir sur case blanche f7 · Pion noir sur case blanche h7 · Pion noir sur case blanche a6 · Pion noir sur case noire d6 · Pion noir sur case blanche g6 · Pion blanc sur case noire h6 · Pion noir sur case noire c5 · Pion blanc sur case blanche d5 · Pion noir sur case blanche f5 · Pion blanc sur case noire g5 · Pion blanc sur case blanche c4 · Pion blanc sur case noire f4 · Cavalier blanc sur case noire g3 · Pion blanc sur case blanche a2 · Fou noir sur case noire b2 · Fou blanc sur case noire d2 · Roi blanc sur case blanche g2 · Fou blanc sur case blanche b1 | 1 |
|   | a | b | c | d | e | f | g | h |   |

29 octobre. Les joueurs ont atteint une défense Benoni (ECO A56) après 6.Fd3, qui s'est transformée en Défense est-indienne après 7.Cf3. Après 16.g4! Spassky avait un léger avantage (Krnić). 
Spassky–Fischer, partie 26 ; Défense est-indienne (ECO E90) 

1.d4 Cf6 2.c4 c5 3.d5 d6 4.Cc3 g6 5.e4 Fg7 6.Fd3 0-0 7.Cf3 Fg4 8.h3 Fxf3 9.Dxf3 Cbd7 10.Dd1 e6 11.0-0 exd5 12.exd5 Ce8 13.Fd2 Ce5 14.Fe2 f5 15.f4 Cf7 16.g4 Ch6 17.Rg2 Cc7 18.g5 Cf7 19.Tb1 Te8 20.Fd3 Tb8 21.h4 a6 22.Dc2 b5 23.b3 Tb7 24.Tbe1 Txe1 25.Txe1 Db8 26.Fc1 Dd8 27.Ce2 bxc4 28.bxc4 Ce8 29.h5 Te7 30.h6 Fh8 31.Fd2 Tb7 32.Tb1 Db8 33.Cg3 Txb1 34.Dxb1 Dxb1 35.Fxb1 Fb2 (diagramme) 36.Rf3 Rf8 37.Re2 Ch8 38.Rd1 Re7 39.Rc2 Fd4 40.Rb3 Ff2 41.Ch1 Fh4 42.Ra4 Cc7 43.Ra5 Rd7 44.Rb6 Rc8 45.Fc2 Cf7 46.Fa4 Rb8 47.Fd7 Cd8 48.Fc3 Ca8+ 49.Rxa6 Cc7+ 50.Rb6 Ca8+ 51.Ra5 Rb7 52.Rb5 Cc7+ 53.Ra4 Ca8 54.Rb3 Rc7 55.Fe8 Rc8 56.Ff6 Cc7 57.Fxg6 hxg6 58.Fxd8 1–0

#### Partie 27:  Fischer ½ Spassky ½ (Espagnole, variante d'échange)
|   | a | b | c | d | e | f | g | h |   |
| 8 | Pion noir sur case blanche c6 · Pion noir sur case blanche b5 · Fou noir sur case noire c5 · Pion noir sur case noire e5 · Cavalier blanc sur case blanche f5 · Roi noir sur case blanche h5 · Pion noir sur case blanche a4 · Pion noir sur case blanche c4 · Pion blanc sur case blanche e4 · Pion blanc sur case noire a3 · Pion blanc sur case noire c3 · Roi blanc sur case blanche f3 · Pion blanc sur case noire b2 · Pion blanc sur case blanche g2 | Pion noir sur case blanche c6 · Pion noir sur case blanche b5 · Fou noir sur case noire c5 · Pion noir sur case noire e5 · Cavalier blanc sur case blanche f5 · Roi noir sur case blanche h5 · Pion noir sur case blanche a4 · Pion noir sur case blanche c4 · Pion blanc sur case blanche e4 · Pion blanc sur case noire a3 · Pion blanc sur case noire c3 · Roi blanc sur case blanche f3 · Pion blanc sur case noire b2 · Pion blanc sur case blanche g2 | Pion noir sur case blanche c6 · Pion noir sur case blanche b5 · Fou noir sur case noire c5 · Pion noir sur case noire e5 · Cavalier blanc sur case blanche f5 · Roi noir sur case blanche h5 · Pion noir sur case blanche a4 · Pion noir sur case blanche c4 · Pion blanc sur case blanche e4 · Pion blanc sur case noire a3 · Pion blanc sur case noire c3 · Roi blanc sur case blanche f3 · Pion blanc sur case noire b2 · Pion blanc sur case blanche g2 | Pion noir sur case blanche c6 · Pion noir sur case blanche b5 · Fou noir sur case noire c5 · Pion noir sur case noire e5 · Cavalier blanc sur case blanche f5 · Roi noir sur case blanche h5 · Pion noir sur case blanche a4 · Pion noir sur case blanche c4 · Pion blanc sur case blanche e4 · Pion blanc sur case noire a3 · Pion blanc sur case noire c3 · Roi blanc sur case blanche f3 · Pion blanc sur case noire b2 · Pion blanc sur case blanche g2 | Pion noir sur case blanche c6 · Pion noir sur case blanche b5 · Fou noir sur case noire c5 · Pion noir sur case noire e5 · Cavalier blanc sur case blanche f5 · Roi noir sur case blanche h5 · Pion noir sur case blanche a4 · Pion noir sur case blanche c4 · Pion blanc sur case blanche e4 · Pion blanc sur case noire a3 · Pion blanc sur case noire c3 · Roi blanc sur case blanche f3 · Pion blanc sur case noire b2 · Pion blanc sur case blanche g2 | Pion noir sur case blanche c6 · Pion noir sur case blanche b5 · Fou noir sur case noire c5 · Pion noir sur case noire e5 · Cavalier blanc sur case blanche f5 · Roi noir sur case blanche h5 · Pion noir sur case blanche a4 · Pion noir sur case blanche c4 · Pion blanc sur case blanche e4 · Pion blanc sur case noire a3 · Pion blanc sur case noire c3 · Roi blanc sur case blanche f3 · Pion blanc sur case noire b2 · Pion blanc sur case blanche g2 | Pion noir sur case blanche c6 · Pion noir sur case blanche b5 · Fou noir sur case noire c5 · Pion noir sur case noire e5 · Cavalier blanc sur case blanche f5 · Roi noir sur case blanche h5 · Pion noir sur case blanche a4 · Pion noir sur case blanche c4 · Pion blanc sur case blanche e4 · Pion blanc sur case noire a3 · Pion blanc sur case noire c3 · Roi blanc sur case blanche f3 · Pion blanc sur case noire b2 · Pion blanc sur case blanche g2 | Pion noir sur case blanche c6 · Pion noir sur case blanche b5 · Fou noir sur case noire c5 · Pion noir sur case noire e5 · Cavalier blanc sur case blanche f5 · Roi noir sur case blanche h5 · Pion noir sur case blanche a4 · Pion noir sur case blanche c4 · Pion blanc sur case blanche e4 · Pion blanc sur case noire a3 · Pion blanc sur case noire c3 · Roi blanc sur case blanche f3 · Pion blanc sur case noire b2 · Pion blanc sur case blanche g2 | 8 |
| 7 | Pion noir sur case blanche c6 · Pion noir sur case blanche b5 · Fou noir sur case noire c5 · Pion noir sur case noire e5 · Cavalier blanc sur case blanche f5 · Roi noir sur case blanche h5 · Pion noir sur case blanche a4 · Pion noir sur case blanche c4 · Pion blanc sur case blanche e4 · Pion blanc sur case noire a3 · Pion blanc sur case noire c3 · Roi blanc sur case blanche f3 · Pion blanc sur case noire b2 · Pion blanc sur case blanche g2 | Pion noir sur case blanche c6 · Pion noir sur case blanche b5 · Fou noir sur case noire c5 · Pion noir sur case noire e5 · Cavalier blanc sur case blanche f5 · Roi noir sur case blanche h5 · Pion noir sur case blanche a4 · Pion noir sur case blanche c4 · Pion blanc sur case blanche e4 · Pion blanc sur case noire a3 · Pion blanc sur case noire c3 · Roi blanc sur case blanche f3 · Pion blanc sur case noire b2 · Pion blanc sur case blanche g2 | Pion noir sur case blanche c6 · Pion noir sur case blanche b5 · Fou noir sur case noire c5 · Pion noir sur case noire e5 · Cavalier blanc sur case blanche f5 · Roi noir sur case blanche h5 · Pion noir sur case blanche a4 · Pion noir sur case blanche c4 · Pion blanc sur case blanche e4 · Pion blanc sur case noire a3 · Pion blanc sur case noire c3 · Roi blanc sur case blanche f3 · Pion blanc sur case noire b2 · Pion blanc sur case blanche g2 | Pion noir sur case blanche c6 · Pion noir sur case blanche b5 · Fou noir sur case noire c5 · Pion noir sur case noire e5 · Cavalier blanc sur case blanche f5 · Roi noir sur case blanche h5 · Pion noir sur case blanche a4 · Pion noir sur case blanche c4 · Pion blanc sur case blanche e4 · Pion blanc sur case noire a3 · Pion blanc sur case noire c3 · Roi blanc sur case blanche f3 · Pion blanc sur case noire b2 · Pion blanc sur case blanche g2 | Pion noir sur case blanche c6 · Pion noir sur case blanche b5 · Fou noir sur case noire c5 · Pion noir sur case noire e5 · Cavalier blanc sur case blanche f5 · Roi noir sur case blanche h5 · Pion noir sur case blanche a4 · Pion noir sur case blanche c4 · Pion blanc sur case blanche e4 · Pion blanc sur case noire a3 · Pion blanc sur case noire c3 · Roi blanc sur case blanche f3 · Pion blanc sur case noire b2 · Pion blanc sur case blanche g2 | Pion noir sur case blanche c6 · Pion noir sur case blanche b5 · Fou noir sur case noire c5 · Pion noir sur case noire e5 · Cavalier blanc sur case blanche f5 · Roi noir sur case blanche h5 · Pion noir sur case blanche a4 · Pion noir sur case blanche c4 · Pion blanc sur case blanche e4 · Pion blanc sur case noire a3 · Pion blanc sur case noire c3 · Roi blanc sur case blanche f3 · Pion blanc sur case noire b2 · Pion blanc sur case blanche g2 | Pion noir sur case blanche c6 · Pion noir sur case blanche b5 · Fou noir sur case noire c5 · Pion noir sur case noire e5 · Cavalier blanc sur case blanche f5 · Roi noir sur case blanche h5 · Pion noir sur case blanche a4 · Pion noir sur case blanche c4 · Pion blanc sur case blanche e4 · Pion blanc sur case noire a3 · Pion blanc sur case noire c3 · Roi blanc sur case blanche f3 · Pion blanc sur case noire b2 · Pion blanc sur case blanche g2 | Pion noir sur case blanche c6 · Pion noir sur case blanche b5 · Fou noir sur case noire c5 · Pion noir sur case noire e5 · Cavalier blanc sur case blanche f5 · Roi noir sur case blanche h5 · Pion noir sur case blanche a4 · Pion noir sur case blanche c4 · Pion blanc sur case blanche e4 · Pion blanc sur case noire a3 · Pion blanc sur case noire c3 · Roi blanc sur case blanche f3 · Pion blanc sur case noire b2 · Pion blanc sur case blanche g2 | 7 |
| 6 | Pion noir sur case blanche c6 · Pion noir sur case blanche b5 · Fou noir sur case noire c5 · Pion noir sur case noire e5 · Cavalier blanc sur case blanche f5 · Roi noir sur case blanche h5 · Pion noir sur case blanche a4 · Pion noir sur case blanche c4 · Pion blanc sur case blanche e4 · Pion blanc sur case noire a3 · Pion blanc sur case noire c3 · Roi blanc sur case blanche f3 · Pion blanc sur case noire b2 · Pion blanc sur case blanche g2 | Pion noir sur case blanche c6 · Pion noir sur case blanche b5 · Fou noir sur case noire c5 · Pion noir sur case noire e5 · Cavalier blanc sur case blanche f5 · Roi noir sur case blanche h5 · Pion noir sur case blanche a4 · Pion noir sur case blanche c4 · Pion blanc sur case blanche e4 · Pion blanc sur case noire a3 · Pion blanc sur case noire c3 · Roi blanc sur case blanche f3 · Pion blanc sur case noire b2 · Pion blanc sur case blanche g2 | Pion noir sur case blanche c6 · Pion noir sur case blanche b5 · Fou noir sur case noire c5 · Pion noir sur case noire e5 · Cavalier blanc sur case blanche f5 · Roi noir sur case blanche h5 · Pion noir sur case blanche a4 · Pion noir sur case blanche c4 · Pion blanc sur case blanche e4 · Pion blanc sur case noire a3 · Pion blanc sur case noire c3 · Roi blanc sur case blanche f3 · Pion blanc sur case noire b2 · Pion blanc sur case blanche g2 | Pion noir sur case blanche c6 · Pion noir sur case blanche b5 · Fou noir sur case noire c5 · Pion noir sur case noire e5 · Cavalier blanc sur case blanche f5 · Roi noir sur case blanche h5 · Pion noir sur case blanche a4 · Pion noir sur case blanche c4 · Pion blanc sur case blanche e4 · Pion blanc sur case noire a3 · Pion blanc sur case noire c3 · Roi blanc sur case blanche f3 · Pion blanc sur case noire b2 · Pion blanc sur case blanche g2 | Pion noir sur case blanche c6 · Pion noir sur case blanche b5 · Fou noir sur case noire c5 · Pion noir sur case noire e5 · Cavalier blanc sur case blanche f5 · Roi noir sur case blanche h5 · Pion noir sur case blanche a4 · Pion noir sur case blanche c4 · Pion blanc sur case blanche e4 · Pion blanc sur case noire a3 · Pion blanc sur case noire c3 · Roi blanc sur case blanche f3 · Pion blanc sur case noire b2 · Pion blanc sur case blanche g2 | Pion noir sur case blanche c6 · Pion noir sur case blanche b5 · Fou noir sur case noire c5 · Pion noir sur case noire e5 · Cavalier blanc sur case blanche f5 · Roi noir sur case blanche h5 · Pion noir sur case blanche a4 · Pion noir sur case blanche c4 · Pion blanc sur case blanche e4 · Pion blanc sur case noire a3 · Pion blanc sur case noire c3 · Roi blanc sur case blanche f3 · Pion blanc sur case noire b2 · Pion blanc sur case blanche g2 | Pion noir sur case blanche c6 · Pion noir sur case blanche b5 · Fou noir sur case noire c5 · Pion noir sur case noire e5 · Cavalier blanc sur case blanche f5 · Roi noir sur case blanche h5 · Pion noir sur case blanche a4 · Pion noir sur case blanche c4 · Pion blanc sur case blanche e4 · Pion blanc sur case noire a3 · Pion blanc sur case noire c3 · Roi blanc sur case blanche f3 · Pion blanc sur case noire b2 · Pion blanc sur case blanche g2 | Pion noir sur case blanche c6 · Pion noir sur case blanche b5 · Fou noir sur case noire c5 · Pion noir sur case noire e5 · Cavalier blanc sur case blanche f5 · Roi noir sur case blanche h5 · Pion noir sur case blanche a4 · Pion noir sur case blanche c4 · Pion blanc sur case blanche e4 · Pion blanc sur case noire a3 · Pion blanc sur case noire c3 · Roi blanc sur case blanche f3 · Pion blanc sur case noire b2 · Pion blanc sur case blanche g2 | 6 |
| 5 | Pion noir sur case blanche c6 · Pion noir sur case blanche b5 · Fou noir sur case noire c5 · Pion noir sur case noire e5 · Cavalier blanc sur case blanche f5 · Roi noir sur case blanche h5 · Pion noir sur case blanche a4 · Pion noir sur case blanche c4 · Pion blanc sur case blanche e4 · Pion blanc sur case noire a3 · Pion blanc sur case noire c3 · Roi blanc sur case blanche f3 · Pion blanc sur case noire b2 · Pion blanc sur case blanche g2 | Pion noir sur case blanche c6 · Pion noir sur case blanche b5 · Fou noir sur case noire c5 · Pion noir sur case noire e5 · Cavalier blanc sur case blanche f5 · Roi noir sur case blanche h5 · Pion noir sur case blanche a4 · Pion noir sur case blanche c4 · Pion blanc sur case blanche e4 · Pion blanc sur case noire a3 · Pion blanc sur case noire c3 · Roi blanc sur case blanche f3 · Pion blanc sur case noire b2 · Pion blanc sur case blanche g2 | Pion noir sur case blanche c6 · Pion noir sur case blanche b5 · Fou noir sur case noire c5 · Pion noir sur case noire e5 · Cavalier blanc sur case blanche f5 · Roi noir sur case blanche h5 · Pion noir sur case blanche a4 · Pion noir sur case blanche c4 · Pion blanc sur case blanche e4 · Pion blanc sur case noire a3 · Pion blanc sur case noire c3 · Roi blanc sur case blanche f3 · Pion blanc sur case noire b2 · Pion blanc sur case blanche g2 | Pion noir sur case blanche c6 · Pion noir sur case blanche b5 · Fou noir sur case noire c5 · Pion noir sur case noire e5 · Cavalier blanc sur case blanche f5 · Roi noir sur case blanche h5 · Pion noir sur case blanche a4 · Pion noir sur case blanche c4 · Pion blanc sur case blanche e4 · Pion blanc sur case noire a3 · Pion blanc sur case noire c3 · Roi blanc sur case blanche f3 · Pion blanc sur case noire b2 · Pion blanc sur case blanche g2 | Pion noir sur case blanche c6 · Pion noir sur case blanche b5 · Fou noir sur case noire c5 · Pion noir sur case noire e5 · Cavalier blanc sur case blanche f5 · Roi noir sur case blanche h5 · Pion noir sur case blanche a4 · Pion noir sur case blanche c4 · Pion blanc sur case blanche e4 · Pion blanc sur case noire a3 · Pion blanc sur case noire c3 · Roi blanc sur case blanche f3 · Pion blanc sur case noire b2 · Pion blanc sur case blanche g2 | Pion noir sur case blanche c6 · Pion noir sur case blanche b5 · Fou noir sur case noire c5 · Pion noir sur case noire e5 · Cavalier blanc sur case blanche f5 · Roi noir sur case blanche h5 · Pion noir sur case blanche a4 · Pion noir sur case blanche c4 · Pion blanc sur case blanche e4 · Pion blanc sur case noire a3 · Pion blanc sur case noire c3 · Roi blanc sur case blanche f3 · Pion blanc sur case noire b2 · Pion blanc sur case blanche g2 | Pion noir sur case blanche c6 · Pion noir sur case blanche b5 · Fou noir sur case noire c5 · Pion noir sur case noire e5 · Cavalier blanc sur case blanche f5 · Roi noir sur case blanche h5 · Pion noir sur case blanche a4 · Pion noir sur case blanche c4 · Pion blanc sur case blanche e4 · Pion blanc sur case noire a3 · Pion blanc sur case noire c3 · Roi blanc sur case blanche f3 · Pion blanc sur case noire b2 · Pion blanc sur case blanche g2 | Pion noir sur case blanche c6 · Pion noir sur case blanche b5 · Fou noir sur case noire c5 · Pion noir sur case noire e5 · Cavalier blanc sur case blanche f5 · Roi noir sur case blanche h5 · Pion noir sur case blanche a4 · Pion noir sur case blanche c4 · Pion blanc sur case blanche e4 · Pion blanc sur case noire a3 · Pion blanc sur case noire c3 · Roi blanc sur case blanche f3 · Pion blanc sur case noire b2 · Pion blanc sur case blanche g2 | 5 |
| 4 | Pion noir sur case blanche c6 · Pion noir sur case blanche b5 · Fou noir sur case noire c5 · Pion noir sur case noire e5 · Cavalier blanc sur case blanche f5 · Roi noir sur case blanche h5 · Pion noir sur case blanche a4 · Pion noir sur case blanche c4 · Pion blanc sur case blanche e4 · Pion blanc sur case noire a3 · Pion blanc sur case noire c3 · Roi blanc sur case blanche f3 · Pion blanc sur case noire b2 · Pion blanc sur case blanche g2 | Pion noir sur case blanche c6 · Pion noir sur case blanche b5 · Fou noir sur case noire c5 · Pion noir sur case noire e5 · Cavalier blanc sur case blanche f5 · Roi noir sur case blanche h5 · Pion noir sur case blanche a4 · Pion noir sur case blanche c4 · Pion blanc sur case blanche e4 · Pion blanc sur case noire a3 · Pion blanc sur case noire c3 · Roi blanc sur case blanche f3 · Pion blanc sur case noire b2 · Pion blanc sur case blanche g2 | Pion noir sur case blanche c6 · Pion noir sur case blanche b5 · Fou noir sur case noire c5 · Pion noir sur case noire e5 · Cavalier blanc sur case blanche f5 · Roi noir sur case blanche h5 · Pion noir sur case blanche a4 · Pion noir sur case blanche c4 · Pion blanc sur case blanche e4 · Pion blanc sur case noire a3 · Pion blanc sur case noire c3 · Roi blanc sur case blanche f3 · Pion blanc sur case noire b2 · Pion blanc sur case blanche g2 | Pion noir sur case blanche c6 · Pion noir sur case blanche b5 · Fou noir sur case noire c5 · Pion noir sur case noire e5 · Cavalier blanc sur case blanche f5 · Roi noir sur case blanche h5 · Pion noir sur case blanche a4 · Pion noir sur case blanche c4 · Pion blanc sur case blanche e4 · Pion blanc sur case noire a3 · Pion blanc sur case noire c3 · Roi blanc sur case blanche f3 · Pion blanc sur case noire b2 · Pion blanc sur case blanche g2 | Pion noir sur case blanche c6 · Pion noir sur case blanche b5 · Fou noir sur case noire c5 · Pion noir sur case noire e5 · Cavalier blanc sur case blanche f5 · Roi noir sur case blanche h5 · Pion noir sur case blanche a4 · Pion noir sur case blanche c4 · Pion blanc sur case blanche e4 · Pion blanc sur case noire a3 · Pion blanc sur case noire c3 · Roi blanc sur case blanche f3 · Pion blanc sur case noire b2 · Pion blanc sur case blanche g2 | Pion noir sur case blanche c6 · Pion noir sur case blanche b5 · Fou noir sur case noire c5 · Pion noir sur case noire e5 · Cavalier blanc sur case blanche f5 · Roi noir sur case blanche h5 · Pion noir sur case blanche a4 · Pion noir sur case blanche c4 · Pion blanc sur case blanche e4 · Pion blanc sur case noire a3 · Pion blanc sur case noire c3 · Roi blanc sur case blanche f3 · Pion blanc sur case noire b2 · Pion blanc sur case blanche g2 | Pion noir sur case blanche c6 · Pion noir sur case blanche b5 · Fou noir sur case noire c5 · Pion noir sur case noire e5 · Cavalier blanc sur case blanche f5 · Roi noir sur case blanche h5 · Pion noir sur case blanche a4 · Pion noir sur case blanche c4 · Pion blanc sur case blanche e4 · Pion blanc sur case noire a3 · Pion blanc sur case noire c3 · Roi blanc sur case blanche f3 · Pion blanc sur case noire b2 · Pion blanc sur case blanche g2 | Pion noir sur case blanche c6 · Pion noir sur case blanche b5 · Fou noir sur case noire c5 · Pion noir sur case noire e5 · Cavalier blanc sur case blanche f5 · Roi noir sur case blanche h5 · Pion noir sur case blanche a4 · Pion noir sur case blanche c4 · Pion blanc sur case blanche e4 · Pion blanc sur case noire a3 · Pion blanc sur case noire c3 · Roi blanc sur case blanche f3 · Pion blanc sur case noire b2 · Pion blanc sur case blanche g2 | 4 |
| 3 | Pion noir sur case blanche c6 · Pion noir sur case blanche b5 · Fou noir sur case noire c5 · Pion noir sur case noire e5 · Cavalier blanc sur case blanche f5 · Roi noir sur case blanche h5 · Pion noir sur case blanche a4 · Pion noir sur case blanche c4 · Pion blanc sur case blanche e4 · Pion blanc sur case noire a3 · Pion blanc sur case noire c3 · Roi blanc sur case blanche f3 · Pion blanc sur case noire b2 · Pion blanc sur case blanche g2 | Pion noir sur case blanche c6 · Pion noir sur case blanche b5 · Fou noir sur case noire c5 · Pion noir sur case noire e5 · Cavalier blanc sur case blanche f5 · Roi noir sur case blanche h5 · Pion noir sur case blanche a4 · Pion noir sur case blanche c4 · Pion blanc sur case blanche e4 · Pion blanc sur case noire a3 · Pion blanc sur case noire c3 · Roi blanc sur case blanche f3 · Pion blanc sur case noire b2 · Pion blanc sur case blanche g2 | Pion noir sur case blanche c6 · Pion noir sur case blanche b5 · Fou noir sur case noire c5 · Pion noir sur case noire e5 · Cavalier blanc sur case blanche f5 · Roi noir sur case blanche h5 · Pion noir sur case blanche a4 · Pion noir sur case blanche c4 · Pion blanc sur case blanche e4 · Pion blanc sur case noire a3 · Pion blanc sur case noire c3 · Roi blanc sur case blanche f3 · Pion blanc sur case noire b2 · Pion blanc sur case blanche g2 | Pion noir sur case blanche c6 · Pion noir sur case blanche b5 · Fou noir sur case noire c5 · Pion noir sur case noire e5 · Cavalier blanc sur case blanche f5 · Roi noir sur case blanche h5 · Pion noir sur case blanche a4 · Pion noir sur case blanche c4 · Pion blanc sur case blanche e4 · Pion blanc sur case noire a3 · Pion blanc sur case noire c3 · Roi blanc sur case blanche f3 · Pion blanc sur case noire b2 · Pion blanc sur case blanche g2 | Pion noir sur case blanche c6 · Pion noir sur case blanche b5 · Fou noir sur case noire c5 · Pion noir sur case noire e5 · Cavalier blanc sur case blanche f5 · Roi noir sur case blanche h5 · Pion noir sur case blanche a4 · Pion noir sur case blanche c4 · Pion blanc sur case blanche e4 · Pion blanc sur case noire a3 · Pion blanc sur case noire c3 · Roi blanc sur case blanche f3 · Pion blanc sur case noire b2 · Pion blanc sur case blanche g2 | Pion noir sur case blanche c6 · Pion noir sur case blanche b5 · Fou noir sur case noire c5 · Pion noir sur case noire e5 · Cavalier blanc sur case blanche f5 · Roi noir sur case blanche h5 · Pion noir sur case blanche a4 · Pion noir sur case blanche c4 · Pion blanc sur case blanche e4 · Pion blanc sur case noire a3 · Pion blanc sur case noire c3 · Roi blanc sur case blanche f3 · Pion blanc sur case noire b2 · Pion blanc sur case blanche g2 | Pion noir sur case blanche c6 · Pion noir sur case blanche b5 · Fou noir sur case noire c5 · Pion noir sur case noire e5 · Cavalier blanc sur case blanche f5 · Roi noir sur case blanche h5 · Pion noir sur case blanche a4 · Pion noir sur case blanche c4 · Pion blanc sur case blanche e4 · Pion blanc sur case noire a3 · Pion blanc sur case noire c3 · Roi blanc sur case blanche f3 · Pion blanc sur case noire b2 · Pion blanc sur case blanche g2 | Pion noir sur case blanche c6 · Pion noir sur case blanche b5 · Fou noir sur case noire c5 · Pion noir sur case noire e5 · Cavalier blanc sur case blanche f5 · Roi noir sur case blanche h5 · Pion noir sur case blanche a4 · Pion noir sur case blanche c4 · Pion blanc sur case blanche e4 · Pion blanc sur case noire a3 · Pion blanc sur case noire c3 · Roi blanc sur case blanche f3 · Pion blanc sur case noire b2 · Pion blanc sur case blanche g2 | 3 |
| 2 | Pion noir sur case blanche c6 · Pion noir sur case blanche b5 · Fou noir sur case noire c5 · Pion noir sur case noire e5 · Cavalier blanc sur case blanche f5 · Roi noir sur case blanche h5 · Pion noir sur case blanche a4 · Pion noir sur case blanche c4 · Pion blanc sur case blanche e4 · Pion blanc sur case noire a3 · Pion blanc sur case noire c3 · Roi blanc sur case blanche f3 · Pion blanc sur case noire b2 · Pion blanc sur case blanche g2 | Pion noir sur case blanche c6 · Pion noir sur case blanche b5 · Fou noir sur case noire c5 · Pion noir sur case noire e5 · Cavalier blanc sur case blanche f5 · Roi noir sur case blanche h5 · Pion noir sur case blanche a4 · Pion noir sur case blanche c4 · Pion blanc sur case blanche e4 · Pion blanc sur case noire a3 · Pion blanc sur case noire c3 · Roi blanc sur case blanche f3 · Pion blanc sur case noire b2 · Pion blanc sur case blanche g2 | Pion noir sur case blanche c6 · Pion noir sur case blanche b5 · Fou noir sur case noire c5 · Pion noir sur case noire e5 · Cavalier blanc sur case blanche f5 · Roi noir sur case blanche h5 · Pion noir sur case blanche a4 · Pion noir sur case blanche c4 · Pion blanc sur case blanche e4 · Pion blanc sur case noire a3 · Pion blanc sur case noire c3 · Roi blanc sur case blanche f3 · Pion blanc sur case noire b2 · Pion blanc sur case blanche g2 | Pion noir sur case blanche c6 · Pion noir sur case blanche b5 · Fou noir sur case noire c5 · Pion noir sur case noire e5 · Cavalier blanc sur case blanche f5 · Roi noir sur case blanche h5 · Pion noir sur case blanche a4 · Pion noir sur case blanche c4 · Pion blanc sur case blanche e4 · Pion blanc sur case noire a3 · Pion blanc sur case noire c3 · Roi blanc sur case blanche f3 · Pion blanc sur case noire b2 · Pion blanc sur case blanche g2 | Pion noir sur case blanche c6 · Pion noir sur case blanche b5 · Fou noir sur case noire c5 · Pion noir sur case noire e5 · Cavalier blanc sur case blanche f5 · Roi noir sur case blanche h5 · Pion noir sur case blanche a4 · Pion noir sur case blanche c4 · Pion blanc sur case blanche e4 · Pion blanc sur case noire a3 · Pion blanc sur case noire c3 · Roi blanc sur case blanche f3 · Pion blanc sur case noire b2 · Pion blanc sur case blanche g2 | Pion noir sur case blanche c6 · Pion noir sur case blanche b5 · Fou noir sur case noire c5 · Pion noir sur case noire e5 · Cavalier blanc sur case blanche f5 · Roi noir sur case blanche h5 · Pion noir sur case blanche a4 · Pion noir sur case blanche c4 · Pion blanc sur case blanche e4 · Pion blanc sur case noire a3 · Pion blanc sur case noire c3 · Roi blanc sur case blanche f3 · Pion blanc sur case noire b2 · Pion blanc sur case blanche g2 | Pion noir sur case blanche c6 · Pion noir sur case blanche b5 · Fou noir sur case noire c5 · Pion noir sur case noire e5 · Cavalier blanc sur case blanche f5 · Roi noir sur case blanche h5 · Pion noir sur case blanche a4 · Pion noir sur case blanche c4 · Pion blanc sur case blanche e4 · Pion blanc sur case noire a3 · Pion blanc sur case noire c3 · Roi blanc sur case blanche f3 · Pion blanc sur case noire b2 · Pion blanc sur case blanche g2 | Pion noir sur case blanche c6 · Pion noir sur case blanche b5 · Fou noir sur case noire c5 · Pion noir sur case noire e5 · Cavalier blanc sur case blanche f5 · Roi noir sur case blanche h5 · Pion noir sur case blanche a4 · Pion noir sur case blanche c4 · Pion blanc sur case blanche e4 · Pion blanc sur case noire a3 · Pion blanc sur case noire c3 · Roi blanc sur case blanche f3 · Pion blanc sur case noire b2 · Pion blanc sur case blanche g2 | 2 |
| 1 | Pion noir sur case blanche c6 · Pion noir sur case blanche b5 · Fou noir sur case noire c5 · Pion noir sur case noire e5 · Cavalier blanc sur case blanche f5 · Roi noir sur case blanche h5 · Pion noir sur case blanche a4 · Pion noir sur case blanche c4 · Pion blanc sur case blanche e4 · Pion blanc sur case noire a3 · Pion blanc sur case noire c3 · Roi blanc sur case blanche f3 · Pion blanc sur case noire b2 · Pion blanc sur case blanche g2 | Pion noir sur case blanche c6 · Pion noir sur case blanche b5 · Fou noir sur case noire c5 · Pion noir sur case noire e5 · Cavalier blanc sur case blanche f5 · Roi noir sur case blanche h5 · Pion noir sur case blanche a4 · Pion noir sur case blanche c4 · Pion blanc sur case blanche e4 · Pion blanc sur case noire a3 · Pion blanc sur case noire c3 · Roi blanc sur case blanche f3 · Pion blanc sur case noire b2 · Pion blanc sur case blanche g2 | Pion noir sur case blanche c6 · Pion noir sur case blanche b5 · Fou noir sur case noire c5 · Pion noir sur case noire e5 · Cavalier blanc sur case blanche f5 · Roi noir sur case blanche h5 · Pion noir sur case blanche a4 · Pion noir sur case blanche c4 · Pion blanc sur case blanche e4 · Pion blanc sur case noire a3 · Pion blanc sur case noire c3 · Roi blanc sur case blanche f3 · Pion blanc sur case noire b2 · Pion blanc sur case blanche g2 | Pion noir sur case blanche c6 · Pion noir sur case blanche b5 · Fou noir sur case noire c5 · Pion noir sur case noire e5 · Cavalier blanc sur case blanche f5 · Roi noir sur case blanche h5 · Pion noir sur case blanche a4 · Pion noir sur case blanche c4 · Pion blanc sur case blanche e4 · Pion blanc sur case noire a3 · Pion blanc sur case noire c3 · Roi blanc sur case blanche f3 · Pion blanc sur case noire b2 · Pion blanc sur case blanche g2 | Pion noir sur case blanche c6 · Pion noir sur case blanche b5 · Fou noir sur case noire c5 · Pion noir sur case noire e5 · Cavalier blanc sur case blanche f5 · Roi noir sur case blanche h5 · Pion noir sur case blanche a4 · Pion noir sur case blanche c4 · Pion blanc sur case blanche e4 · Pion blanc sur case noire a3 · Pion blanc sur case noire c3 · Roi blanc sur case blanche f3 · Pion blanc sur case noire b2 · Pion blanc sur case blanche g2 | Pion noir sur case blanche c6 · Pion noir sur case blanche b5 · Fou noir sur case noire c5 · Pion noir sur case noire e5 · Cavalier blanc sur case blanche f5 · Roi noir sur case blanche h5 · Pion noir sur case blanche a4 · Pion noir sur case blanche c4 · Pion blanc sur case blanche e4 · Pion blanc sur case noire a3 · Pion blanc sur case noire c3 · Roi blanc sur case blanche f3 · Pion blanc sur case noire b2 · Pion blanc sur case blanche g2 | Pion noir sur case blanche c6 · Pion noir sur case blanche b5 · Fou noir sur case noire c5 · Pion noir sur case noire e5 · Cavalier blanc sur case blanche f5 · Roi noir sur case blanche h5 · Pion noir sur case blanche a4 · Pion noir sur case blanche c4 · Pion blanc sur case blanche e4 · Pion blanc sur case noire a3 · Pion blanc sur case noire c3 · Roi blanc sur case blanche f3 · Pion blanc sur case noire b2 · Pion blanc sur case blanche g2 | Pion noir sur case blanche c6 · Pion noir sur case blanche b5 · Fou noir sur case noire c5 · Pion noir sur case noire e5 · Cavalier blanc sur case blanche f5 · Roi noir sur case blanche h5 · Pion noir sur case blanche a4 · Pion noir sur case blanche c4 · Pion blanc sur case blanche e4 · Pion blanc sur case noire a3 · Pion blanc sur case noire c3 · Roi blanc sur case blanche f3 · Pion blanc sur case noire b2 · Pion blanc sur case blanche g2 | 1 |
|   | a | b | c | d | e | f | g | h |   |

31 octobre. Si 14.b3 (pour contrer 14...Cc4), alors soit 14...Fd6 soit 14...c4 15.f3 donnait un bon niveau de jeu (Balashov). 
Fischer–Spassky, partie 27 ; Variante d'échange de la partie espagnole (ECO C69) 

1.e4 e5 2.Cf3 Cc6 3.Fb5 a6 4.Fxc6 dxc6 5.0-0 f6 6.d4 exd4 7.Cxd4 c5 8.Ce2 Dxd1 9.Txd1 Fd7 10.Cbc3 Ce7 11.Ff4 0-0-0 12.Td2 Cg6 13.Fg3 Ce5 14.Fxe5 fxe5 15.Tad1 c4 16.Rf1 Fc5 17.Cg1 Fg4 18.Txd8+ Txd8 19.Txd8+ Rxd8 20.Cce2 Re7 21.Re1 b5 22.c3 Rf6 23.h3 Fh5 24.Cg3 Ff7 25.Cf3 g6 26.Cf1 g5 27.Re2 Fg6 28.C3d2 h5 29.Ce3 c6 30.Rf3 Ff7 31.Cdf1 a5 32.Re2 Fe6 33.Cg3 Rg6 34.a3 Ff7 35.Cgf5 Fe6 36.Rf3 Fd7 37.Rg3 Fe6 38.h4 Fd7 39.hxg5 Rxg5 40.Ch4 Fg4 41.Cxg4 hxg4 42.Cf5 a4 43.f3 gxf3 44.Rxf3 Ff8 45.Ce3 Rh5 46.Cf5 Fc5 ½–½

#### Partie 28: Spassky ½ Fischer ½ (Est-indienne Sämisch Panno)
|   | a | b | c | d | e | f | g | h |   |
| 8 | Fou noir sur case blanche e8 · Tour noire sur case noire h8 · Pion noir sur case blanche b7 · Dame noire sur case noire e7 · Pion noir sur case blanche f7 · Roi noir sur case noire g7 · Tour noire sur case blanche h7 · Pion noir sur case blanche c6 · Pion noir sur case noire d6 · Pion noir sur case blanche g6 · Pion noir sur case noire a5 · Cavalier noir sur case noire c5 · Pion blanc sur case blanche d5 · Pion noir sur case noire e5 · Pion blanc sur case noire g5 · Pion blanc sur case blanche a4 · Pion blanc sur case blanche c4 · Pion blanc sur case blanche e4 · Pion blanc sur case noire h4 · Pion blanc sur case blanche b3 · Cavalier blanc sur case noire c3 · Dame blanche sur case noire g3 · Roi blanc sur case blanche a2 · Tour blanche sur case noire f2 · Fou blanc sur case blanche d1 · Tour blanche sur case blanche h1 | Fou noir sur case blanche e8 · Tour noire sur case noire h8 · Pion noir sur case blanche b7 · Dame noire sur case noire e7 · Pion noir sur case blanche f7 · Roi noir sur case noire g7 · Tour noire sur case blanche h7 · Pion noir sur case blanche c6 · Pion noir sur case noire d6 · Pion noir sur case blanche g6 · Pion noir sur case noire a5 · Cavalier noir sur case noire c5 · Pion blanc sur case blanche d5 · Pion noir sur case noire e5 · Pion blanc sur case noire g5 · Pion blanc sur case blanche a4 · Pion blanc sur case blanche c4 · Pion blanc sur case blanche e4 · Pion blanc sur case noire h4 · Pion blanc sur case blanche b3 · Cavalier blanc sur case noire c3 · Dame blanche sur case noire g3 · Roi blanc sur case blanche a2 · Tour blanche sur case noire f2 · Fou blanc sur case blanche d1 · Tour blanche sur case blanche h1 | Fou noir sur case blanche e8 · Tour noire sur case noire h8 · Pion noir sur case blanche b7 · Dame noire sur case noire e7 · Pion noir sur case blanche f7 · Roi noir sur case noire g7 · Tour noire sur case blanche h7 · Pion noir sur case blanche c6 · Pion noir sur case noire d6 · Pion noir sur case blanche g6 · Pion noir sur case noire a5 · Cavalier noir sur case noire c5 · Pion blanc sur case blanche d5 · Pion noir sur case noire e5 · Pion blanc sur case noire g5 · Pion blanc sur case blanche a4 · Pion blanc sur case blanche c4 · Pion blanc sur case blanche e4 · Pion blanc sur case noire h4 · Pion blanc sur case blanche b3 · Cavalier blanc sur case noire c3 · Dame blanche sur case noire g3 · Roi blanc sur case blanche a2 · Tour blanche sur case noire f2 · Fou blanc sur case blanche d1 · Tour blanche sur case blanche h1 | Fou noir sur case blanche e8 · Tour noire sur case noire h8 · Pion noir sur case blanche b7 · Dame noire sur case noire e7 · Pion noir sur case blanche f7 · Roi noir sur case noire g7 · Tour noire sur case blanche h7 · Pion noir sur case blanche c6 · Pion noir sur case noire d6 · Pion noir sur case blanche g6 · Pion noir sur case noire a5 · Cavalier noir sur case noire c5 · Pion blanc sur case blanche d5 · Pion noir sur case noire e5 · Pion blanc sur case noire g5 · Pion blanc sur case blanche a4 · Pion blanc sur case blanche c4 · Pion blanc sur case blanche e4 · Pion blanc sur case noire h4 · Pion blanc sur case blanche b3 · Cavalier blanc sur case noire c3 · Dame blanche sur case noire g3 · Roi blanc sur case blanche a2 · Tour blanche sur case noire f2 · Fou blanc sur case blanche d1 · Tour blanche sur case blanche h1 | Fou noir sur case blanche e8 · Tour noire sur case noire h8 · Pion noir sur case blanche b7 · Dame noire sur case noire e7 · Pion noir sur case blanche f7 · Roi noir sur case noire g7 · Tour noire sur case blanche h7 · Pion noir sur case blanche c6 · Pion noir sur case noire d6 · Pion noir sur case blanche g6 · Pion noir sur case noire a5 · Cavalier noir sur case noire c5 · Pion blanc sur case blanche d5 · Pion noir sur case noire e5 · Pion blanc sur case noire g5 · Pion blanc sur case blanche a4 · Pion blanc sur case blanche c4 · Pion blanc sur case blanche e4 · Pion blanc sur case noire h4 · Pion blanc sur case blanche b3 · Cavalier blanc sur case noire c3 · Dame blanche sur case noire g3 · Roi blanc sur case blanche a2 · Tour blanche sur case noire f2 · Fou blanc sur case blanche d1 · Tour blanche sur case blanche h1 | Fou noir sur case blanche e8 · Tour noire sur case noire h8 · Pion noir sur case blanche b7 · Dame noire sur case noire e7 · Pion noir sur case blanche f7 · Roi noir sur case noire g7 · Tour noire sur case blanche h7 · Pion noir sur case blanche c6 · Pion noir sur case noire d6 · Pion noir sur case blanche g6 · Pion noir sur case noire a5 · Cavalier noir sur case noire c5 · Pion blanc sur case blanche d5 · Pion noir sur case noire e5 · Pion blanc sur case noire g5 · Pion blanc sur case blanche a4 · Pion blanc sur case blanche c4 · Pion blanc sur case blanche e4 · Pion blanc sur case noire h4 · Pion blanc sur case blanche b3 · Cavalier blanc sur case noire c3 · Dame blanche sur case noire g3 · Roi blanc sur case blanche a2 · Tour blanche sur case noire f2 · Fou blanc sur case blanche d1 · Tour blanche sur case blanche h1 | Fou noir sur case blanche e8 · Tour noire sur case noire h8 · Pion noir sur case blanche b7 · Dame noire sur case noire e7 · Pion noir sur case blanche f7 · Roi noir sur case noire g7 · Tour noire sur case blanche h7 · Pion noir sur case blanche c6 · Pion noir sur case noire d6 · Pion noir sur case blanche g6 · Pion noir sur case noire a5 · Cavalier noir sur case noire c5 · Pion blanc sur case blanche d5 · Pion noir sur case noire e5 · Pion blanc sur case noire g5 · Pion blanc sur case blanche a4 · Pion blanc sur case blanche c4 · Pion blanc sur case blanche e4 · Pion blanc sur case noire h4 · Pion blanc sur case blanche b3 · Cavalier blanc sur case noire c3 · Dame blanche sur case noire g3 · Roi blanc sur case blanche a2 · Tour blanche sur case noire f2 · Fou blanc sur case blanche d1 · Tour blanche sur case blanche h1 | Fou noir sur case blanche e8 · Tour noire sur case noire h8 · Pion noir sur case blanche b7 · Dame noire sur case noire e7 · Pion noir sur case blanche f7 · Roi noir sur case noire g7 · Tour noire sur case blanche h7 · Pion noir sur case blanche c6 · Pion noir sur case noire d6 · Pion noir sur case blanche g6 · Pion noir sur case noire a5 · Cavalier noir sur case noire c5 · Pion blanc sur case blanche d5 · Pion noir sur case noire e5 · Pion blanc sur case noire g5 · Pion blanc sur case blanche a4 · Pion blanc sur case blanche c4 · Pion blanc sur case blanche e4 · Pion blanc sur case noire h4 · Pion blanc sur case blanche b3 · Cavalier blanc sur case noire c3 · Dame blanche sur case noire g3 · Roi blanc sur case blanche a2 · Tour blanche sur case noire f2 · Fou blanc sur case blanche d1 · Tour blanche sur case blanche h1 | 8 |
| 7 | Fou noir sur case blanche e8 · Tour noire sur case noire h8 · Pion noir sur case blanche b7 · Dame noire sur case noire e7 · Pion noir sur case blanche f7 · Roi noir sur case noire g7 · Tour noire sur case blanche h7 · Pion noir sur case blanche c6 · Pion noir sur case noire d6 · Pion noir sur case blanche g6 · Pion noir sur case noire a5 · Cavalier noir sur case noire c5 · Pion blanc sur case blanche d5 · Pion noir sur case noire e5 · Pion blanc sur case noire g5 · Pion blanc sur case blanche a4 · Pion blanc sur case blanche c4 · Pion blanc sur case blanche e4 · Pion blanc sur case noire h4 · Pion blanc sur case blanche b3 · Cavalier blanc sur case noire c3 · Dame blanche sur case noire g3 · Roi blanc sur case blanche a2 · Tour blanche sur case noire f2 · Fou blanc sur case blanche d1 · Tour blanche sur case blanche h1 | Fou noir sur case blanche e8 · Tour noire sur case noire h8 · Pion noir sur case blanche b7 · Dame noire sur case noire e7 · Pion noir sur case blanche f7 · Roi noir sur case noire g7 · Tour noire sur case blanche h7 · Pion noir sur case blanche c6 · Pion noir sur case noire d6 · Pion noir sur case blanche g6 · Pion noir sur case noire a5 · Cavalier noir sur case noire c5 · Pion blanc sur case blanche d5 · Pion noir sur case noire e5 · Pion blanc sur case noire g5 · Pion blanc sur case blanche a4 · Pion blanc sur case blanche c4 · Pion blanc sur case blanche e4 · Pion blanc sur case noire h4 · Pion blanc sur case blanche b3 · Cavalier blanc sur case noire c3 · Dame blanche sur case noire g3 · Roi blanc sur case blanche a2 · Tour blanche sur case noire f2 · Fou blanc sur case blanche d1 · Tour blanche sur case blanche h1 | Fou noir sur case blanche e8 · Tour noire sur case noire h8 · Pion noir sur case blanche b7 · Dame noire sur case noire e7 · Pion noir sur case blanche f7 · Roi noir sur case noire g7 · Tour noire sur case blanche h7 · Pion noir sur case blanche c6 · Pion noir sur case noire d6 · Pion noir sur case blanche g6 · Pion noir sur case noire a5 · Cavalier noir sur case noire c5 · Pion blanc sur case blanche d5 · Pion noir sur case noire e5 · Pion blanc sur case noire g5 · Pion blanc sur case blanche a4 · Pion blanc sur case blanche c4 · Pion blanc sur case blanche e4 · Pion blanc sur case noire h4 · Pion blanc sur case blanche b3 · Cavalier blanc sur case noire c3 · Dame blanche sur case noire g3 · Roi blanc sur case blanche a2 · Tour blanche sur case noire f2 · Fou blanc sur case blanche d1 · Tour blanche sur case blanche h1 | Fou noir sur case blanche e8 · Tour noire sur case noire h8 · Pion noir sur case blanche b7 · Dame noire sur case noire e7 · Pion noir sur case blanche f7 · Roi noir sur case noire g7 · Tour noire sur case blanche h7 · Pion noir sur case blanche c6 · Pion noir sur case noire d6 · Pion noir sur case blanche g6 · Pion noir sur case noire a5 · Cavalier noir sur case noire c5 · Pion blanc sur case blanche d5 · Pion noir sur case noire e5 · Pion blanc sur case noire g5 · Pion blanc sur case blanche a4 · Pion blanc sur case blanche c4 · Pion blanc sur case blanche e4 · Pion blanc sur case noire h4 · Pion blanc sur case blanche b3 · Cavalier blanc sur case noire c3 · Dame blanche sur case noire g3 · Roi blanc sur case blanche a2 · Tour blanche sur case noire f2 · Fou blanc sur case blanche d1 · Tour blanche sur case blanche h1 | Fou noir sur case blanche e8 · Tour noire sur case noire h8 · Pion noir sur case blanche b7 · Dame noire sur case noire e7 · Pion noir sur case blanche f7 · Roi noir sur case noire g7 · Tour noire sur case blanche h7 · Pion noir sur case blanche c6 · Pion noir sur case noire d6 · Pion noir sur case blanche g6 · Pion noir sur case noire a5 · Cavalier noir sur case noire c5 · Pion blanc sur case blanche d5 · Pion noir sur case noire e5 · Pion blanc sur case noire g5 · Pion blanc sur case blanche a4 · Pion blanc sur case blanche c4 · Pion blanc sur case blanche e4 · Pion blanc sur case noire h4 · Pion blanc sur case blanche b3 · Cavalier blanc sur case noire c3 · Dame blanche sur case noire g3 · Roi blanc sur case blanche a2 · Tour blanche sur case noire f2 · Fou blanc sur case blanche d1 · Tour blanche sur case blanche h1 | Fou noir sur case blanche e8 · Tour noire sur case noire h8 · Pion noir sur case blanche b7 · Dame noire sur case noire e7 · Pion noir sur case blanche f7 · Roi noir sur case noire g7 · Tour noire sur case blanche h7 · Pion noir sur case blanche c6 · Pion noir sur case noire d6 · Pion noir sur case blanche g6 · Pion noir sur case noire a5 · Cavalier noir sur case noire c5 · Pion blanc sur case blanche d5 · Pion noir sur case noire e5 · Pion blanc sur case noire g5 · Pion blanc sur case blanche a4 · Pion blanc sur case blanche c4 · Pion blanc sur case blanche e4 · Pion blanc sur case noire h4 · Pion blanc sur case blanche b3 · Cavalier blanc sur case noire c3 · Dame blanche sur case noire g3 · Roi blanc sur case blanche a2 · Tour blanche sur case noire f2 · Fou blanc sur case blanche d1 · Tour blanche sur case blanche h1 | Fou noir sur case blanche e8 · Tour noire sur case noire h8 · Pion noir sur case blanche b7 · Dame noire sur case noire e7 · Pion noir sur case blanche f7 · Roi noir sur case noire g7 · Tour noire sur case blanche h7 · Pion noir sur case blanche c6 · Pion noir sur case noire d6 · Pion noir sur case blanche g6 · Pion noir sur case noire a5 · Cavalier noir sur case noire c5 · Pion blanc sur case blanche d5 · Pion noir sur case noire e5 · Pion blanc sur case noire g5 · Pion blanc sur case blanche a4 · Pion blanc sur case blanche c4 · Pion blanc sur case blanche e4 · Pion blanc sur case noire h4 · Pion blanc sur case blanche b3 · Cavalier blanc sur case noire c3 · Dame blanche sur case noire g3 · Roi blanc sur case blanche a2 · Tour blanche sur case noire f2 · Fou blanc sur case blanche d1 · Tour blanche sur case blanche h1 | Fou noir sur case blanche e8 · Tour noire sur case noire h8 · Pion noir sur case blanche b7 · Dame noire sur case noire e7 · Pion noir sur case blanche f7 · Roi noir sur case noire g7 · Tour noire sur case blanche h7 · Pion noir sur case blanche c6 · Pion noir sur case noire d6 · Pion noir sur case blanche g6 · Pion noir sur case noire a5 · Cavalier noir sur case noire c5 · Pion blanc sur case blanche d5 · Pion noir sur case noire e5 · Pion blanc sur case noire g5 · Pion blanc sur case blanche a4 · Pion blanc sur case blanche c4 · Pion blanc sur case blanche e4 · Pion blanc sur case noire h4 · Pion blanc sur case blanche b3 · Cavalier blanc sur case noire c3 · Dame blanche sur case noire g3 · Roi blanc sur case blanche a2 · Tour blanche sur case noire f2 · Fou blanc sur case blanche d1 · Tour blanche sur case blanche h1 | 7 |
| 6 | Fou noir sur case blanche e8 · Tour noire sur case noire h8 · Pion noir sur case blanche b7 · Dame noire sur case noire e7 · Pion noir sur case blanche f7 · Roi noir sur case noire g7 · Tour noire sur case blanche h7 · Pion noir sur case blanche c6 · Pion noir sur case noire d6 · Pion noir sur case blanche g6 · Pion noir sur case noire a5 · Cavalier noir sur case noire c5 · Pion blanc sur case blanche d5 · Pion noir sur case noire e5 · Pion blanc sur case noire g5 · Pion blanc sur case blanche a4 · Pion blanc sur case blanche c4 · Pion blanc sur case blanche e4 · Pion blanc sur case noire h4 · Pion blanc sur case blanche b3 · Cavalier blanc sur case noire c3 · Dame blanche sur case noire g3 · Roi blanc sur case blanche a2 · Tour blanche sur case noire f2 · Fou blanc sur case blanche d1 · Tour blanche sur case blanche h1 | Fou noir sur case blanche e8 · Tour noire sur case noire h8 · Pion noir sur case blanche b7 · Dame noire sur case noire e7 · Pion noir sur case blanche f7 · Roi noir sur case noire g7 · Tour noire sur case blanche h7 · Pion noir sur case blanche c6 · Pion noir sur case noire d6 · Pion noir sur case blanche g6 · Pion noir sur case noire a5 · Cavalier noir sur case noire c5 · Pion blanc sur case blanche d5 · Pion noir sur case noire e5 · Pion blanc sur case noire g5 · Pion blanc sur case blanche a4 · Pion blanc sur case blanche c4 · Pion blanc sur case blanche e4 · Pion blanc sur case noire h4 · Pion blanc sur case blanche b3 · Cavalier blanc sur case noire c3 · Dame blanche sur case noire g3 · Roi blanc sur case blanche a2 · Tour blanche sur case noire f2 · Fou blanc sur case blanche d1 · Tour blanche sur case blanche h1 | Fou noir sur case blanche e8 · Tour noire sur case noire h8 · Pion noir sur case blanche b7 · Dame noire sur case noire e7 · Pion noir sur case blanche f7 · Roi noir sur case noire g7 · Tour noire sur case blanche h7 · Pion noir sur case blanche c6 · Pion noir sur case noire d6 · Pion noir sur case blanche g6 · Pion noir sur case noire a5 · Cavalier noir sur case noire c5 · Pion blanc sur case blanche d5 · Pion noir sur case noire e5 · Pion blanc sur case noire g5 · Pion blanc sur case blanche a4 · Pion blanc sur case blanche c4 · Pion blanc sur case blanche e4 · Pion blanc sur case noire h4 · Pion blanc sur case blanche b3 · Cavalier blanc sur case noire c3 · Dame blanche sur case noire g3 · Roi blanc sur case blanche a2 · Tour blanche sur case noire f2 · Fou blanc sur case blanche d1 · Tour blanche sur case blanche h1 | Fou noir sur case blanche e8 · Tour noire sur case noire h8 · Pion noir sur case blanche b7 · Dame noire sur case noire e7 · Pion noir sur case blanche f7 · Roi noir sur case noire g7 · Tour noire sur case blanche h7 · Pion noir sur case blanche c6 · Pion noir sur case noire d6 · Pion noir sur case blanche g6 · Pion noir sur case noire a5 · Cavalier noir sur case noire c5 · Pion blanc sur case blanche d5 · Pion noir sur case noire e5 · Pion blanc sur case noire g5 · Pion blanc sur case blanche a4 · Pion blanc sur case blanche c4 · Pion blanc sur case blanche e4 · Pion blanc sur case noire h4 · Pion blanc sur case blanche b3 · Cavalier blanc sur case noire c3 · Dame blanche sur case noire g3 · Roi blanc sur case blanche a2 · Tour blanche sur case noire f2 · Fou blanc sur case blanche d1 · Tour blanche sur case blanche h1 | Fou noir sur case blanche e8 · Tour noire sur case noire h8 · Pion noir sur case blanche b7 · Dame noire sur case noire e7 · Pion noir sur case blanche f7 · Roi noir sur case noire g7 · Tour noire sur case blanche h7 · Pion noir sur case blanche c6 · Pion noir sur case noire d6 · Pion noir sur case blanche g6 · Pion noir sur case noire a5 · Cavalier noir sur case noire c5 · Pion blanc sur case blanche d5 · Pion noir sur case noire e5 · Pion blanc sur case noire g5 · Pion blanc sur case blanche a4 · Pion blanc sur case blanche c4 · Pion blanc sur case blanche e4 · Pion blanc sur case noire h4 · Pion blanc sur case blanche b3 · Cavalier blanc sur case noire c3 · Dame blanche sur case noire g3 · Roi blanc sur case blanche a2 · Tour blanche sur case noire f2 · Fou blanc sur case blanche d1 · Tour blanche sur case blanche h1 | Fou noir sur case blanche e8 · Tour noire sur case noire h8 · Pion noir sur case blanche b7 · Dame noire sur case noire e7 · Pion noir sur case blanche f7 · Roi noir sur case noire g7 · Tour noire sur case blanche h7 · Pion noir sur case blanche c6 · Pion noir sur case noire d6 · Pion noir sur case blanche g6 · Pion noir sur case noire a5 · Cavalier noir sur case noire c5 · Pion blanc sur case blanche d5 · Pion noir sur case noire e5 · Pion blanc sur case noire g5 · Pion blanc sur case blanche a4 · Pion blanc sur case blanche c4 · Pion blanc sur case blanche e4 · Pion blanc sur case noire h4 · Pion blanc sur case blanche b3 · Cavalier blanc sur case noire c3 · Dame blanche sur case noire g3 · Roi blanc sur case blanche a2 · Tour blanche sur case noire f2 · Fou blanc sur case blanche d1 · Tour blanche sur case blanche h1 | Fou noir sur case blanche e8 · Tour noire sur case noire h8 · Pion noir sur case blanche b7 · Dame noire sur case noire e7 · Pion noir sur case blanche f7 · Roi noir sur case noire g7 · Tour noire sur case blanche h7 · Pion noir sur case blanche c6 · Pion noir sur case noire d6 · Pion noir sur case blanche g6 · Pion noir sur case noire a5 · Cavalier noir sur case noire c5 · Pion blanc sur case blanche d5 · Pion noir sur case noire e5 · Pion blanc sur case noire g5 · Pion blanc sur case blanche a4 · Pion blanc sur case blanche c4 · Pion blanc sur case blanche e4 · Pion blanc sur case noire h4 · Pion blanc sur case blanche b3 · Cavalier blanc sur case noire c3 · Dame blanche sur case noire g3 · Roi blanc sur case blanche a2 · Tour blanche sur case noire f2 · Fou blanc sur case blanche d1 · Tour blanche sur case blanche h1 | Fou noir sur case blanche e8 · Tour noire sur case noire h8 · Pion noir sur case blanche b7 · Dame noire sur case noire e7 · Pion noir sur case blanche f7 · Roi noir sur case noire g7 · Tour noire sur case blanche h7 · Pion noir sur case blanche c6 · Pion noir sur case noire d6 · Pion noir sur case blanche g6 · Pion noir sur case noire a5 · Cavalier noir sur case noire c5 · Pion blanc sur case blanche d5 · Pion noir sur case noire e5 · Pion blanc sur case noire g5 · Pion blanc sur case blanche a4 · Pion blanc sur case blanche c4 · Pion blanc sur case blanche e4 · Pion blanc sur case noire h4 · Pion blanc sur case blanche b3 · Cavalier blanc sur case noire c3 · Dame blanche sur case noire g3 · Roi blanc sur case blanche a2 · Tour blanche sur case noire f2 · Fou blanc sur case blanche d1 · Tour blanche sur case blanche h1 | 6 |
| 5 | Fou noir sur case blanche e8 · Tour noire sur case noire h8 · Pion noir sur case blanche b7 · Dame noire sur case noire e7 · Pion noir sur case blanche f7 · Roi noir sur case noire g7 · Tour noire sur case blanche h7 · Pion noir sur case blanche c6 · Pion noir sur case noire d6 · Pion noir sur case blanche g6 · Pion noir sur case noire a5 · Cavalier noir sur case noire c5 · Pion blanc sur case blanche d5 · Pion noir sur case noire e5 · Pion blanc sur case noire g5 · Pion blanc sur case blanche a4 · Pion blanc sur case blanche c4 · Pion blanc sur case blanche e4 · Pion blanc sur case noire h4 · Pion blanc sur case blanche b3 · Cavalier blanc sur case noire c3 · Dame blanche sur case noire g3 · Roi blanc sur case blanche a2 · Tour blanche sur case noire f2 · Fou blanc sur case blanche d1 · Tour blanche sur case blanche h1 | Fou noir sur case blanche e8 · Tour noire sur case noire h8 · Pion noir sur case blanche b7 · Dame noire sur case noire e7 · Pion noir sur case blanche f7 · Roi noir sur case noire g7 · Tour noire sur case blanche h7 · Pion noir sur case blanche c6 · Pion noir sur case noire d6 · Pion noir sur case blanche g6 · Pion noir sur case noire a5 · Cavalier noir sur case noire c5 · Pion blanc sur case blanche d5 · Pion noir sur case noire e5 · Pion blanc sur case noire g5 · Pion blanc sur case blanche a4 · Pion blanc sur case blanche c4 · Pion blanc sur case blanche e4 · Pion blanc sur case noire h4 · Pion blanc sur case blanche b3 · Cavalier blanc sur case noire c3 · Dame blanche sur case noire g3 · Roi blanc sur case blanche a2 · Tour blanche sur case noire f2 · Fou blanc sur case blanche d1 · Tour blanche sur case blanche h1 | Fou noir sur case blanche e8 · Tour noire sur case noire h8 · Pion noir sur case blanche b7 · Dame noire sur case noire e7 · Pion noir sur case blanche f7 · Roi noir sur case noire g7 · Tour noire sur case blanche h7 · Pion noir sur case blanche c6 · Pion noir sur case noire d6 · Pion noir sur case blanche g6 · Pion noir sur case noire a5 · Cavalier noir sur case noire c5 · Pion blanc sur case blanche d5 · Pion noir sur case noire e5 · Pion blanc sur case noire g5 · Pion blanc sur case blanche a4 · Pion blanc sur case blanche c4 · Pion blanc sur case blanche e4 · Pion blanc sur case noire h4 · Pion blanc sur case blanche b3 · Cavalier blanc sur case noire c3 · Dame blanche sur case noire g3 · Roi blanc sur case blanche a2 · Tour blanche sur case noire f2 · Fou blanc sur case blanche d1 · Tour blanche sur case blanche h1 | Fou noir sur case blanche e8 · Tour noire sur case noire h8 · Pion noir sur case blanche b7 · Dame noire sur case noire e7 · Pion noir sur case blanche f7 · Roi noir sur case noire g7 · Tour noire sur case blanche h7 · Pion noir sur case blanche c6 · Pion noir sur case noire d6 · Pion noir sur case blanche g6 · Pion noir sur case noire a5 · Cavalier noir sur case noire c5 · Pion blanc sur case blanche d5 · Pion noir sur case noire e5 · Pion blanc sur case noire g5 · Pion blanc sur case blanche a4 · Pion blanc sur case blanche c4 · Pion blanc sur case blanche e4 · Pion blanc sur case noire h4 · Pion blanc sur case blanche b3 · Cavalier blanc sur case noire c3 · Dame blanche sur case noire g3 · Roi blanc sur case blanche a2 · Tour blanche sur case noire f2 · Fou blanc sur case blanche d1 · Tour blanche sur case blanche h1 | Fou noir sur case blanche e8 · Tour noire sur case noire h8 · Pion noir sur case blanche b7 · Dame noire sur case noire e7 · Pion noir sur case blanche f7 · Roi noir sur case noire g7 · Tour noire sur case blanche h7 · Pion noir sur case blanche c6 · Pion noir sur case noire d6 · Pion noir sur case blanche g6 · Pion noir sur case noire a5 · Cavalier noir sur case noire c5 · Pion blanc sur case blanche d5 · Pion noir sur case noire e5 · Pion blanc sur case noire g5 · Pion blanc sur case blanche a4 · Pion blanc sur case blanche c4 · Pion blanc sur case blanche e4 · Pion blanc sur case noire h4 · Pion blanc sur case blanche b3 · Cavalier blanc sur case noire c3 · Dame blanche sur case noire g3 · Roi blanc sur case blanche a2 · Tour blanche sur case noire f2 · Fou blanc sur case blanche d1 · Tour blanche sur case blanche h1 | Fou noir sur case blanche e8 · Tour noire sur case noire h8 · Pion noir sur case blanche b7 · Dame noire sur case noire e7 · Pion noir sur case blanche f7 · Roi noir sur case noire g7 · Tour noire sur case blanche h7 · Pion noir sur case blanche c6 · Pion noir sur case noire d6 · Pion noir sur case blanche g6 · Pion noir sur case noire a5 · Cavalier noir sur case noire c5 · Pion blanc sur case blanche d5 · Pion noir sur case noire e5 · Pion blanc sur case noire g5 · Pion blanc sur case blanche a4 · Pion blanc sur case blanche c4 · Pion blanc sur case blanche e4 · Pion blanc sur case noire h4 · Pion blanc sur case blanche b3 · Cavalier blanc sur case noire c3 · Dame blanche sur case noire g3 · Roi blanc sur case blanche a2 · Tour blanche sur case noire f2 · Fou blanc sur case blanche d1 · Tour blanche sur case blanche h1 | Fou noir sur case blanche e8 · Tour noire sur case noire h8 · Pion noir sur case blanche b7 · Dame noire sur case noire e7 · Pion noir sur case blanche f7 · Roi noir sur case noire g7 · Tour noire sur case blanche h7 · Pion noir sur case blanche c6 · Pion noir sur case noire d6 · Pion noir sur case blanche g6 · Pion noir sur case noire a5 · Cavalier noir sur case noire c5 · Pion blanc sur case blanche d5 · Pion noir sur case noire e5 · Pion blanc sur case noire g5 · Pion blanc sur case blanche a4 · Pion blanc sur case blanche c4 · Pion blanc sur case blanche e4 · Pion blanc sur case noire h4 · Pion blanc sur case blanche b3 · Cavalier blanc sur case noire c3 · Dame blanche sur case noire g3 · Roi blanc sur case blanche a2 · Tour blanche sur case noire f2 · Fou blanc sur case blanche d1 · Tour blanche sur case blanche h1 | Fou noir sur case blanche e8 · Tour noire sur case noire h8 · Pion noir sur case blanche b7 · Dame noire sur case noire e7 · Pion noir sur case blanche f7 · Roi noir sur case noire g7 · Tour noire sur case blanche h7 · Pion noir sur case blanche c6 · Pion noir sur case noire d6 · Pion noir sur case blanche g6 · Pion noir sur case noire a5 · Cavalier noir sur case noire c5 · Pion blanc sur case blanche d5 · Pion noir sur case noire e5 · Pion blanc sur case noire g5 · Pion blanc sur case blanche a4 · Pion blanc sur case blanche c4 · Pion blanc sur case blanche e4 · Pion blanc sur case noire h4 · Pion blanc sur case blanche b3 · Cavalier blanc sur case noire c3 · Dame blanche sur case noire g3 · Roi blanc sur case blanche a2 · Tour blanche sur case noire f2 · Fou blanc sur case blanche d1 · Tour blanche sur case blanche h1 | 5 |
| 4 | Fou noir sur case blanche e8 · Tour noire sur case noire h8 · Pion noir sur case blanche b7 · Dame noire sur case noire e7 · Pion noir sur case blanche f7 · Roi noir sur case noire g7 · Tour noire sur case blanche h7 · Pion noir sur case blanche c6 · Pion noir sur case noire d6 · Pion noir sur case blanche g6 · Pion noir sur case noire a5 · Cavalier noir sur case noire c5 · Pion blanc sur case blanche d5 · Pion noir sur case noire e5 · Pion blanc sur case noire g5 · Pion blanc sur case blanche a4 · Pion blanc sur case blanche c4 · Pion blanc sur case blanche e4 · Pion blanc sur case noire h4 · Pion blanc sur case blanche b3 · Cavalier blanc sur case noire c3 · Dame blanche sur case noire g3 · Roi blanc sur case blanche a2 · Tour blanche sur case noire f2 · Fou blanc sur case blanche d1 · Tour blanche sur case blanche h1 | Fou noir sur case blanche e8 · Tour noire sur case noire h8 · Pion noir sur case blanche b7 · Dame noire sur case noire e7 · Pion noir sur case blanche f7 · Roi noir sur case noire g7 · Tour noire sur case blanche h7 · Pion noir sur case blanche c6 · Pion noir sur case noire d6 · Pion noir sur case blanche g6 · Pion noir sur case noire a5 · Cavalier noir sur case noire c5 · Pion blanc sur case blanche d5 · Pion noir sur case noire e5 · Pion blanc sur case noire g5 · Pion blanc sur case blanche a4 · Pion blanc sur case blanche c4 · Pion blanc sur case blanche e4 · Pion blanc sur case noire h4 · Pion blanc sur case blanche b3 · Cavalier blanc sur case noire c3 · Dame blanche sur case noire g3 · Roi blanc sur case blanche a2 · Tour blanche sur case noire f2 · Fou blanc sur case blanche d1 · Tour blanche sur case blanche h1 | Fou noir sur case blanche e8 · Tour noire sur case noire h8 · Pion noir sur case blanche b7 · Dame noire sur case noire e7 · Pion noir sur case blanche f7 · Roi noir sur case noire g7 · Tour noire sur case blanche h7 · Pion noir sur case blanche c6 · Pion noir sur case noire d6 · Pion noir sur case blanche g6 · Pion noir sur case noire a5 · Cavalier noir sur case noire c5 · Pion blanc sur case blanche d5 · Pion noir sur case noire e5 · Pion blanc sur case noire g5 · Pion blanc sur case blanche a4 · Pion blanc sur case blanche c4 · Pion blanc sur case blanche e4 · Pion blanc sur case noire h4 · Pion blanc sur case blanche b3 · Cavalier blanc sur case noire c3 · Dame blanche sur case noire g3 · Roi blanc sur case blanche a2 · Tour blanche sur case noire f2 · Fou blanc sur case blanche d1 · Tour blanche sur case blanche h1 | Fou noir sur case blanche e8 · Tour noire sur case noire h8 · Pion noir sur case blanche b7 · Dame noire sur case noire e7 · Pion noir sur case blanche f7 · Roi noir sur case noire g7 · Tour noire sur case blanche h7 · Pion noir sur case blanche c6 · Pion noir sur case noire d6 · Pion noir sur case blanche g6 · Pion noir sur case noire a5 · Cavalier noir sur case noire c5 · Pion blanc sur case blanche d5 · Pion noir sur case noire e5 · Pion blanc sur case noire g5 · Pion blanc sur case blanche a4 · Pion blanc sur case blanche c4 · Pion blanc sur case blanche e4 · Pion blanc sur case noire h4 · Pion blanc sur case blanche b3 · Cavalier blanc sur case noire c3 · Dame blanche sur case noire g3 · Roi blanc sur case blanche a2 · Tour blanche sur case noire f2 · Fou blanc sur case blanche d1 · Tour blanche sur case blanche h1 | Fou noir sur case blanche e8 · Tour noire sur case noire h8 · Pion noir sur case blanche b7 · Dame noire sur case noire e7 · Pion noir sur case blanche f7 · Roi noir sur case noire g7 · Tour noire sur case blanche h7 · Pion noir sur case blanche c6 · Pion noir sur case noire d6 · Pion noir sur case blanche g6 · Pion noir sur case noire a5 · Cavalier noir sur case noire c5 · Pion blanc sur case blanche d5 · Pion noir sur case noire e5 · Pion blanc sur case noire g5 · Pion blanc sur case blanche a4 · Pion blanc sur case blanche c4 · Pion blanc sur case blanche e4 · Pion blanc sur case noire h4 · Pion blanc sur case blanche b3 · Cavalier blanc sur case noire c3 · Dame blanche sur case noire g3 · Roi blanc sur case blanche a2 · Tour blanche sur case noire f2 · Fou blanc sur case blanche d1 · Tour blanche sur case blanche h1 | Fou noir sur case blanche e8 · Tour noire sur case noire h8 · Pion noir sur case blanche b7 · Dame noire sur case noire e7 · Pion noir sur case blanche f7 · Roi noir sur case noire g7 · Tour noire sur case blanche h7 · Pion noir sur case blanche c6 · Pion noir sur case noire d6 · Pion noir sur case blanche g6 · Pion noir sur case noire a5 · Cavalier noir sur case noire c5 · Pion blanc sur case blanche d5 · Pion noir sur case noire e5 · Pion blanc sur case noire g5 · Pion blanc sur case blanche a4 · Pion blanc sur case blanche c4 · Pion blanc sur case blanche e4 · Pion blanc sur case noire h4 · Pion blanc sur case blanche b3 · Cavalier blanc sur case noire c3 · Dame blanche sur case noire g3 · Roi blanc sur case blanche a2 · Tour blanche sur case noire f2 · Fou blanc sur case blanche d1 · Tour blanche sur case blanche h1 | Fou noir sur case blanche e8 · Tour noire sur case noire h8 · Pion noir sur case blanche b7 · Dame noire sur case noire e7 · Pion noir sur case blanche f7 · Roi noir sur case noire g7 · Tour noire sur case blanche h7 · Pion noir sur case blanche c6 · Pion noir sur case noire d6 · Pion noir sur case blanche g6 · Pion noir sur case noire a5 · Cavalier noir sur case noire c5 · Pion blanc sur case blanche d5 · Pion noir sur case noire e5 · Pion blanc sur case noire g5 · Pion blanc sur case blanche a4 · Pion blanc sur case blanche c4 · Pion blanc sur case blanche e4 · Pion blanc sur case noire h4 · Pion blanc sur case blanche b3 · Cavalier blanc sur case noire c3 · Dame blanche sur case noire g3 · Roi blanc sur case blanche a2 · Tour blanche sur case noire f2 · Fou blanc sur case blanche d1 · Tour blanche sur case blanche h1 | Fou noir sur case blanche e8 · Tour noire sur case noire h8 · Pion noir sur case blanche b7 · Dame noire sur case noire e7 · Pion noir sur case blanche f7 · Roi noir sur case noire g7 · Tour noire sur case blanche h7 · Pion noir sur case blanche c6 · Pion noir sur case noire d6 · Pion noir sur case blanche g6 · Pion noir sur case noire a5 · Cavalier noir sur case noire c5 · Pion blanc sur case blanche d5 · Pion noir sur case noire e5 · Pion blanc sur case noire g5 · Pion blanc sur case blanche a4 · Pion blanc sur case blanche c4 · Pion blanc sur case blanche e4 · Pion blanc sur case noire h4 · Pion blanc sur case blanche b3 · Cavalier blanc sur case noire c3 · Dame blanche sur case noire g3 · Roi blanc sur case blanche a2 · Tour blanche sur case noire f2 · Fou blanc sur case blanche d1 · Tour blanche sur case blanche h1 | 4 |
| 3 | Fou noir sur case blanche e8 · Tour noire sur case noire h8 · Pion noir sur case blanche b7 · Dame noire sur case noire e7 · Pion noir sur case blanche f7 · Roi noir sur case noire g7 · Tour noire sur case blanche h7 · Pion noir sur case blanche c6 · Pion noir sur case noire d6 · Pion noir sur case blanche g6 · Pion noir sur case noire a5 · Cavalier noir sur case noire c5 · Pion blanc sur case blanche d5 · Pion noir sur case noire e5 · Pion blanc sur case noire g5 · Pion blanc sur case blanche a4 · Pion blanc sur case blanche c4 · Pion blanc sur case blanche e4 · Pion blanc sur case noire h4 · Pion blanc sur case blanche b3 · Cavalier blanc sur case noire c3 · Dame blanche sur case noire g3 · Roi blanc sur case blanche a2 · Tour blanche sur case noire f2 · Fou blanc sur case blanche d1 · Tour blanche sur case blanche h1 | Fou noir sur case blanche e8 · Tour noire sur case noire h8 · Pion noir sur case blanche b7 · Dame noire sur case noire e7 · Pion noir sur case blanche f7 · Roi noir sur case noire g7 · Tour noire sur case blanche h7 · Pion noir sur case blanche c6 · Pion noir sur case noire d6 · Pion noir sur case blanche g6 · Pion noir sur case noire a5 · Cavalier noir sur case noire c5 · Pion blanc sur case blanche d5 · Pion noir sur case noire e5 · Pion blanc sur case noire g5 · Pion blanc sur case blanche a4 · Pion blanc sur case blanche c4 · Pion blanc sur case blanche e4 · Pion blanc sur case noire h4 · Pion blanc sur case blanche b3 · Cavalier blanc sur case noire c3 · Dame blanche sur case noire g3 · Roi blanc sur case blanche a2 · Tour blanche sur case noire f2 · Fou blanc sur case blanche d1 · Tour blanche sur case blanche h1 | Fou noir sur case blanche e8 · Tour noire sur case noire h8 · Pion noir sur case blanche b7 · Dame noire sur case noire e7 · Pion noir sur case blanche f7 · Roi noir sur case noire g7 · Tour noire sur case blanche h7 · Pion noir sur case blanche c6 · Pion noir sur case noire d6 · Pion noir sur case blanche g6 · Pion noir sur case noire a5 · Cavalier noir sur case noire c5 · Pion blanc sur case blanche d5 · Pion noir sur case noire e5 · Pion blanc sur case noire g5 · Pion blanc sur case blanche a4 · Pion blanc sur case blanche c4 · Pion blanc sur case blanche e4 · Pion blanc sur case noire h4 · Pion blanc sur case blanche b3 · Cavalier blanc sur case noire c3 · Dame blanche sur case noire g3 · Roi blanc sur case blanche a2 · Tour blanche sur case noire f2 · Fou blanc sur case blanche d1 · Tour blanche sur case blanche h1 | Fou noir sur case blanche e8 · Tour noire sur case noire h8 · Pion noir sur case blanche b7 · Dame noire sur case noire e7 · Pion noir sur case blanche f7 · Roi noir sur case noire g7 · Tour noire sur case blanche h7 · Pion noir sur case blanche c6 · Pion noir sur case noire d6 · Pion noir sur case blanche g6 · Pion noir sur case noire a5 · Cavalier noir sur case noire c5 · Pion blanc sur case blanche d5 · Pion noir sur case noire e5 · Pion blanc sur case noire g5 · Pion blanc sur case blanche a4 · Pion blanc sur case blanche c4 · Pion blanc sur case blanche e4 · Pion blanc sur case noire h4 · Pion blanc sur case blanche b3 · Cavalier blanc sur case noire c3 · Dame blanche sur case noire g3 · Roi blanc sur case blanche a2 · Tour blanche sur case noire f2 · Fou blanc sur case blanche d1 · Tour blanche sur case blanche h1 | Fou noir sur case blanche e8 · Tour noire sur case noire h8 · Pion noir sur case blanche b7 · Dame noire sur case noire e7 · Pion noir sur case blanche f7 · Roi noir sur case noire g7 · Tour noire sur case blanche h7 · Pion noir sur case blanche c6 · Pion noir sur case noire d6 · Pion noir sur case blanche g6 · Pion noir sur case noire a5 · Cavalier noir sur case noire c5 · Pion blanc sur case blanche d5 · Pion noir sur case noire e5 · Pion blanc sur case noire g5 · Pion blanc sur case blanche a4 · Pion blanc sur case blanche c4 · Pion blanc sur case blanche e4 · Pion blanc sur case noire h4 · Pion blanc sur case blanche b3 · Cavalier blanc sur case noire c3 · Dame blanche sur case noire g3 · Roi blanc sur case blanche a2 · Tour blanche sur case noire f2 · Fou blanc sur case blanche d1 · Tour blanche sur case blanche h1 | Fou noir sur case blanche e8 · Tour noire sur case noire h8 · Pion noir sur case blanche b7 · Dame noire sur case noire e7 · Pion noir sur case blanche f7 · Roi noir sur case noire g7 · Tour noire sur case blanche h7 · Pion noir sur case blanche c6 · Pion noir sur case noire d6 · Pion noir sur case blanche g6 · Pion noir sur case noire a5 · Cavalier noir sur case noire c5 · Pion blanc sur case blanche d5 · Pion noir sur case noire e5 · Pion blanc sur case noire g5 · Pion blanc sur case blanche a4 · Pion blanc sur case blanche c4 · Pion blanc sur case blanche e4 · Pion blanc sur case noire h4 · Pion blanc sur case blanche b3 · Cavalier blanc sur case noire c3 · Dame blanche sur case noire g3 · Roi blanc sur case blanche a2 · Tour blanche sur case noire f2 · Fou blanc sur case blanche d1 · Tour blanche sur case blanche h1 | Fou noir sur case blanche e8 · Tour noire sur case noire h8 · Pion noir sur case blanche b7 · Dame noire sur case noire e7 · Pion noir sur case blanche f7 · Roi noir sur case noire g7 · Tour noire sur case blanche h7 · Pion noir sur case blanche c6 · Pion noir sur case noire d6 · Pion noir sur case blanche g6 · Pion noir sur case noire a5 · Cavalier noir sur case noire c5 · Pion blanc sur case blanche d5 · Pion noir sur case noire e5 · Pion blanc sur case noire g5 · Pion blanc sur case blanche a4 · Pion blanc sur case blanche c4 · Pion blanc sur case blanche e4 · Pion blanc sur case noire h4 · Pion blanc sur case blanche b3 · Cavalier blanc sur case noire c3 · Dame blanche sur case noire g3 · Roi blanc sur case blanche a2 · Tour blanche sur case noire f2 · Fou blanc sur case blanche d1 · Tour blanche sur case blanche h1 | Fou noir sur case blanche e8 · Tour noire sur case noire h8 · Pion noir sur case blanche b7 · Dame noire sur case noire e7 · Pion noir sur case blanche f7 · Roi noir sur case noire g7 · Tour noire sur case blanche h7 · Pion noir sur case blanche c6 · Pion noir sur case noire d6 · Pion noir sur case blanche g6 · Pion noir sur case noire a5 · Cavalier noir sur case noire c5 · Pion blanc sur case blanche d5 · Pion noir sur case noire e5 · Pion blanc sur case noire g5 · Pion blanc sur case blanche a4 · Pion blanc sur case blanche c4 · Pion blanc sur case blanche e4 · Pion blanc sur case noire h4 · Pion blanc sur case blanche b3 · Cavalier blanc sur case noire c3 · Dame blanche sur case noire g3 · Roi blanc sur case blanche a2 · Tour blanche sur case noire f2 · Fou blanc sur case blanche d1 · Tour blanche sur case blanche h1 | 3 |
| 2 | Fou noir sur case blanche e8 · Tour noire sur case noire h8 · Pion noir sur case blanche b7 · Dame noire sur case noire e7 · Pion noir sur case blanche f7 · Roi noir sur case noire g7 · Tour noire sur case blanche h7 · Pion noir sur case blanche c6 · Pion noir sur case noire d6 · Pion noir sur case blanche g6 · Pion noir sur case noire a5 · Cavalier noir sur case noire c5 · Pion blanc sur case blanche d5 · Pion noir sur case noire e5 · Pion blanc sur case noire g5 · Pion blanc sur case blanche a4 · Pion blanc sur case blanche c4 · Pion blanc sur case blanche e4 · Pion blanc sur case noire h4 · Pion blanc sur case blanche b3 · Cavalier blanc sur case noire c3 · Dame blanche sur case noire g3 · Roi blanc sur case blanche a2 · Tour blanche sur case noire f2 · Fou blanc sur case blanche d1 · Tour blanche sur case blanche h1 | Fou noir sur case blanche e8 · Tour noire sur case noire h8 · Pion noir sur case blanche b7 · Dame noire sur case noire e7 · Pion noir sur case blanche f7 · Roi noir sur case noire g7 · Tour noire sur case blanche h7 · Pion noir sur case blanche c6 · Pion noir sur case noire d6 · Pion noir sur case blanche g6 · Pion noir sur case noire a5 · Cavalier noir sur case noire c5 · Pion blanc sur case blanche d5 · Pion noir sur case noire e5 · Pion blanc sur case noire g5 · Pion blanc sur case blanche a4 · Pion blanc sur case blanche c4 · Pion blanc sur case blanche e4 · Pion blanc sur case noire h4 · Pion blanc sur case blanche b3 · Cavalier blanc sur case noire c3 · Dame blanche sur case noire g3 · Roi blanc sur case blanche a2 · Tour blanche sur case noire f2 · Fou blanc sur case blanche d1 · Tour blanche sur case blanche h1 | Fou noir sur case blanche e8 · Tour noire sur case noire h8 · Pion noir sur case blanche b7 · Dame noire sur case noire e7 · Pion noir sur case blanche f7 · Roi noir sur case noire g7 · Tour noire sur case blanche h7 · Pion noir sur case blanche c6 · Pion noir sur case noire d6 · Pion noir sur case blanche g6 · Pion noir sur case noire a5 · Cavalier noir sur case noire c5 · Pion blanc sur case blanche d5 · Pion noir sur case noire e5 · Pion blanc sur case noire g5 · Pion blanc sur case blanche a4 · Pion blanc sur case blanche c4 · Pion blanc sur case blanche e4 · Pion blanc sur case noire h4 · Pion blanc sur case blanche b3 · Cavalier blanc sur case noire c3 · Dame blanche sur case noire g3 · Roi blanc sur case blanche a2 · Tour blanche sur case noire f2 · Fou blanc sur case blanche d1 · Tour blanche sur case blanche h1 | Fou noir sur case blanche e8 · Tour noire sur case noire h8 · Pion noir sur case blanche b7 · Dame noire sur case noire e7 · Pion noir sur case blanche f7 · Roi noir sur case noire g7 · Tour noire sur case blanche h7 · Pion noir sur case blanche c6 · Pion noir sur case noire d6 · Pion noir sur case blanche g6 · Pion noir sur case noire a5 · Cavalier noir sur case noire c5 · Pion blanc sur case blanche d5 · Pion noir sur case noire e5 · Pion blanc sur case noire g5 · Pion blanc sur case blanche a4 · Pion blanc sur case blanche c4 · Pion blanc sur case blanche e4 · Pion blanc sur case noire h4 · Pion blanc sur case blanche b3 · Cavalier blanc sur case noire c3 · Dame blanche sur case noire g3 · Roi blanc sur case blanche a2 · Tour blanche sur case noire f2 · Fou blanc sur case blanche d1 · Tour blanche sur case blanche h1 | Fou noir sur case blanche e8 · Tour noire sur case noire h8 · Pion noir sur case blanche b7 · Dame noire sur case noire e7 · Pion noir sur case blanche f7 · Roi noir sur case noire g7 · Tour noire sur case blanche h7 · Pion noir sur case blanche c6 · Pion noir sur case noire d6 · Pion noir sur case blanche g6 · Pion noir sur case noire a5 · Cavalier noir sur case noire c5 · Pion blanc sur case blanche d5 · Pion noir sur case noire e5 · Pion blanc sur case noire g5 · Pion blanc sur case blanche a4 · Pion blanc sur case blanche c4 · Pion blanc sur case blanche e4 · Pion blanc sur case noire h4 · Pion blanc sur case blanche b3 · Cavalier blanc sur case noire c3 · Dame blanche sur case noire g3 · Roi blanc sur case blanche a2 · Tour blanche sur case noire f2 · Fou blanc sur case blanche d1 · Tour blanche sur case blanche h1 | Fou noir sur case blanche e8 · Tour noire sur case noire h8 · Pion noir sur case blanche b7 · Dame noire sur case noire e7 · Pion noir sur case blanche f7 · Roi noir sur case noire g7 · Tour noire sur case blanche h7 · Pion noir sur case blanche c6 · Pion noir sur case noire d6 · Pion noir sur case blanche g6 · Pion noir sur case noire a5 · Cavalier noir sur case noire c5 · Pion blanc sur case blanche d5 · Pion noir sur case noire e5 · Pion blanc sur case noire g5 · Pion blanc sur case blanche a4 · Pion blanc sur case blanche c4 · Pion blanc sur case blanche e4 · Pion blanc sur case noire h4 · Pion blanc sur case blanche b3 · Cavalier blanc sur case noire c3 · Dame blanche sur case noire g3 · Roi blanc sur case blanche a2 · Tour blanche sur case noire f2 · Fou blanc sur case blanche d1 · Tour blanche sur case blanche h1 | Fou noir sur case blanche e8 · Tour noire sur case noire h8 · Pion noir sur case blanche b7 · Dame noire sur case noire e7 · Pion noir sur case blanche f7 · Roi noir sur case noire g7 · Tour noire sur case blanche h7 · Pion noir sur case blanche c6 · Pion noir sur case noire d6 · Pion noir sur case blanche g6 · Pion noir sur case noire a5 · Cavalier noir sur case noire c5 · Pion blanc sur case blanche d5 · Pion noir sur case noire e5 · Pion blanc sur case noire g5 · Pion blanc sur case blanche a4 · Pion blanc sur case blanche c4 · Pion blanc sur case blanche e4 · Pion blanc sur case noire h4 · Pion blanc sur case blanche b3 · Cavalier blanc sur case noire c3 · Dame blanche sur case noire g3 · Roi blanc sur case blanche a2 · Tour blanche sur case noire f2 · Fou blanc sur case blanche d1 · Tour blanche sur case blanche h1 | Fou noir sur case blanche e8 · Tour noire sur case noire h8 · Pion noir sur case blanche b7 · Dame noire sur case noire e7 · Pion noir sur case blanche f7 · Roi noir sur case noire g7 · Tour noire sur case blanche h7 · Pion noir sur case blanche c6 · Pion noir sur case noire d6 · Pion noir sur case blanche g6 · Pion noir sur case noire a5 · Cavalier noir sur case noire c5 · Pion blanc sur case blanche d5 · Pion noir sur case noire e5 · Pion blanc sur case noire g5 · Pion blanc sur case blanche a4 · Pion blanc sur case blanche c4 · Pion blanc sur case blanche e4 · Pion blanc sur case noire h4 · Pion blanc sur case blanche b3 · Cavalier blanc sur case noire c3 · Dame blanche sur case noire g3 · Roi blanc sur case blanche a2 · Tour blanche sur case noire f2 · Fou blanc sur case blanche d1 · Tour blanche sur case blanche h1 | 2 |
| 1 | Fou noir sur case blanche e8 · Tour noire sur case noire h8 · Pion noir sur case blanche b7 · Dame noire sur case noire e7 · Pion noir sur case blanche f7 · Roi noir sur case noire g7 · Tour noire sur case blanche h7 · Pion noir sur case blanche c6 · Pion noir sur case noire d6 · Pion noir sur case blanche g6 · Pion noir sur case noire a5 · Cavalier noir sur case noire c5 · Pion blanc sur case blanche d5 · Pion noir sur case noire e5 · Pion blanc sur case noire g5 · Pion blanc sur case blanche a4 · Pion blanc sur case blanche c4 · Pion blanc sur case blanche e4 · Pion blanc sur case noire h4 · Pion blanc sur case blanche b3 · Cavalier blanc sur case noire c3 · Dame blanche sur case noire g3 · Roi blanc sur case blanche a2 · Tour blanche sur case noire f2 · Fou blanc sur case blanche d1 · Tour blanche sur case blanche h1 | Fou noir sur case blanche e8 · Tour noire sur case noire h8 · Pion noir sur case blanche b7 · Dame noire sur case noire e7 · Pion noir sur case blanche f7 · Roi noir sur case noire g7 · Tour noire sur case blanche h7 · Pion noir sur case blanche c6 · Pion noir sur case noire d6 · Pion noir sur case blanche g6 · Pion noir sur case noire a5 · Cavalier noir sur case noire c5 · Pion blanc sur case blanche d5 · Pion noir sur case noire e5 · Pion blanc sur case noire g5 · Pion blanc sur case blanche a4 · Pion blanc sur case blanche c4 · Pion blanc sur case blanche e4 · Pion blanc sur case noire h4 · Pion blanc sur case blanche b3 · Cavalier blanc sur case noire c3 · Dame blanche sur case noire g3 · Roi blanc sur case blanche a2 · Tour blanche sur case noire f2 · Fou blanc sur case blanche d1 · Tour blanche sur case blanche h1 | Fou noir sur case blanche e8 · Tour noire sur case noire h8 · Pion noir sur case blanche b7 · Dame noire sur case noire e7 · Pion noir sur case blanche f7 · Roi noir sur case noire g7 · Tour noire sur case blanche h7 · Pion noir sur case blanche c6 · Pion noir sur case noire d6 · Pion noir sur case blanche g6 · Pion noir sur case noire a5 · Cavalier noir sur case noire c5 · Pion blanc sur case blanche d5 · Pion noir sur case noire e5 · Pion blanc sur case noire g5 · Pion blanc sur case blanche a4 · Pion blanc sur case blanche c4 · Pion blanc sur case blanche e4 · Pion blanc sur case noire h4 · Pion blanc sur case blanche b3 · Cavalier blanc sur case noire c3 · Dame blanche sur case noire g3 · Roi blanc sur case blanche a2 · Tour blanche sur case noire f2 · Fou blanc sur case blanche d1 · Tour blanche sur case blanche h1 | Fou noir sur case blanche e8 · Tour noire sur case noire h8 · Pion noir sur case blanche b7 · Dame noire sur case noire e7 · Pion noir sur case blanche f7 · Roi noir sur case noire g7 · Tour noire sur case blanche h7 · Pion noir sur case blanche c6 · Pion noir sur case noire d6 · Pion noir sur case blanche g6 · Pion noir sur case noire a5 · Cavalier noir sur case noire c5 · Pion blanc sur case blanche d5 · Pion noir sur case noire e5 · Pion blanc sur case noire g5 · Pion blanc sur case blanche a4 · Pion blanc sur case blanche c4 · Pion blanc sur case blanche e4 · Pion blanc sur case noire h4 · Pion blanc sur case blanche b3 · Cavalier blanc sur case noire c3 · Dame blanche sur case noire g3 · Roi blanc sur case blanche a2 · Tour blanche sur case noire f2 · Fou blanc sur case blanche d1 · Tour blanche sur case blanche h1 | Fou noir sur case blanche e8 · Tour noire sur case noire h8 · Pion noir sur case blanche b7 · Dame noire sur case noire e7 · Pion noir sur case blanche f7 · Roi noir sur case noire g7 · Tour noire sur case blanche h7 · Pion noir sur case blanche c6 · Pion noir sur case noire d6 · Pion noir sur case blanche g6 · Pion noir sur case noire a5 · Cavalier noir sur case noire c5 · Pion blanc sur case blanche d5 · Pion noir sur case noire e5 · Pion blanc sur case noire g5 · Pion blanc sur case blanche a4 · Pion blanc sur case blanche c4 · Pion blanc sur case blanche e4 · Pion blanc sur case noire h4 · Pion blanc sur case blanche b3 · Cavalier blanc sur case noire c3 · Dame blanche sur case noire g3 · Roi blanc sur case blanche a2 · Tour blanche sur case noire f2 · Fou blanc sur case blanche d1 · Tour blanche sur case blanche h1 | Fou noir sur case blanche e8 · Tour noire sur case noire h8 · Pion noir sur case blanche b7 · Dame noire sur case noire e7 · Pion noir sur case blanche f7 · Roi noir sur case noire g7 · Tour noire sur case blanche h7 · Pion noir sur case blanche c6 · Pion noir sur case noire d6 · Pion noir sur case blanche g6 · Pion noir sur case noire a5 · Cavalier noir sur case noire c5 · Pion blanc sur case blanche d5 · Pion noir sur case noire e5 · Pion blanc sur case noire g5 · Pion blanc sur case blanche a4 · Pion blanc sur case blanche c4 · Pion blanc sur case blanche e4 · Pion blanc sur case noire h4 · Pion blanc sur case blanche b3 · Cavalier blanc sur case noire c3 · Dame blanche sur case noire g3 · Roi blanc sur case blanche a2 · Tour blanche sur case noire f2 · Fou blanc sur case blanche d1 · Tour blanche sur case blanche h1 | Fou noir sur case blanche e8 · Tour noire sur case noire h8 · Pion noir sur case blanche b7 · Dame noire sur case noire e7 · Pion noir sur case blanche f7 · Roi noir sur case noire g7 · Tour noire sur case blanche h7 · Pion noir sur case blanche c6 · Pion noir sur case noire d6 · Pion noir sur case blanche g6 · Pion noir sur case noire a5 · Cavalier noir sur case noire c5 · Pion blanc sur case blanche d5 · Pion noir sur case noire e5 · Pion blanc sur case noire g5 · Pion blanc sur case blanche a4 · Pion blanc sur case blanche c4 · Pion blanc sur case blanche e4 · Pion blanc sur case noire h4 · Pion blanc sur case blanche b3 · Cavalier blanc sur case noire c3 · Dame blanche sur case noire g3 · Roi blanc sur case blanche a2 · Tour blanche sur case noire f2 · Fou blanc sur case blanche d1 · Tour blanche sur case blanche h1 | Fou noir sur case blanche e8 · Tour noire sur case noire h8 · Pion noir sur case blanche b7 · Dame noire sur case noire e7 · Pion noir sur case blanche f7 · Roi noir sur case noire g7 · Tour noire sur case blanche h7 · Pion noir sur case blanche c6 · Pion noir sur case noire d6 · Pion noir sur case blanche g6 · Pion noir sur case noire a5 · Cavalier noir sur case noire c5 · Pion blanc sur case blanche d5 · Pion noir sur case noire e5 · Pion blanc sur case noire g5 · Pion blanc sur case blanche a4 · Pion blanc sur case blanche c4 · Pion blanc sur case blanche e4 · Pion blanc sur case noire h4 · Pion blanc sur case blanche b3 · Cavalier blanc sur case noire c3 · Dame blanche sur case noire g3 · Roi blanc sur case blanche a2 · Tour blanche sur case noire f2 · Fou blanc sur case blanche d1 · Tour blanche sur case blanche h1 | 1 |
|   | a | b | c | d | e | f | g | h |   |

1er novembre. Après 15.0-0-0 Spassky avait un léger avantage. 
Spassky–Fischer, partie 28 ; Défense est-indienne, Variante Sämisch Panno (ECO E83) 

1.d4 Cf6 2.c4 g6 3.Cc3 Fg7 4.e4 d6 5.f3 0-0 6.Fe3 Cc6 7.Cge2 a6 8.h4 h5 9.Cc1 e5 10.d5 Cd4 11.Cb3 Cxb3 12.Dxb3 Rh7 13.Fe2 Fh6 14.Fxh6 Rxh6 15.0-0-0 Rg7 16.Rb1 De7 17.Tdg1 Th8 18.g4 hxg4 19.fxg4 Cd7 20.g5 Cc5 21.Dd1 a5 22.Tf1 Fd7 23.De1 Th7 24.Dg3 Tf8 25.Tf6 Tfh8 26.b3 Fc8 27.Fg4 Fd7 28.Fd1 Fe8 29.Fg4 Fd7 30.Fd1 Fe8 31.Tf2 c6 32.a4 Dd8 33.Ra2 De7 34.Fg4 Fd7 35.Fd1 Fe8 ½–½

#### Partie 29: Fischer ½ Spassky ½ (Espagnole Breyer)
|   | a | b | c | d | e | f | g | h |   |
| 8 | Tour noire sur case blanche a8 · Tour noire sur case noire f8 · Roi noir sur case blanche g8 · Fou noir sur case blanche b7 · Cavalier noir sur case blanche d7 · Dame noire sur case noire e7 · Pion noir sur case blanche f7 · Pion noir sur case noire g7 · Pion noir sur case noire d6 · Pion noir sur case noire h6 · Pion noir sur case noire c5 · Pion blanc sur case noire e5 · Pion noir sur case noire b4 · Cavalier noir sur case blanche e4 · Fou blanc sur case blanche b3 · Cavalier blanc sur case blanche f3 · Pion blanc sur case blanche h3 · Pion blanc sur case blanche a2 · Pion blanc sur case noire b2 · Pion blanc sur case noire f2 · Pion blanc sur case blanche g2 · Tour blanche sur case noire a1 · Cavalier blanc sur case blanche b1 · Dame blanche sur case blanche d1 · Tour blanche sur case noire e1 · Roi blanc sur case noire g1 | Tour noire sur case blanche a8 · Tour noire sur case noire f8 · Roi noir sur case blanche g8 · Fou noir sur case blanche b7 · Cavalier noir sur case blanche d7 · Dame noire sur case noire e7 · Pion noir sur case blanche f7 · Pion noir sur case noire g7 · Pion noir sur case noire d6 · Pion noir sur case noire h6 · Pion noir sur case noire c5 · Pion blanc sur case noire e5 · Pion noir sur case noire b4 · Cavalier noir sur case blanche e4 · Fou blanc sur case blanche b3 · Cavalier blanc sur case blanche f3 · Pion blanc sur case blanche h3 · Pion blanc sur case blanche a2 · Pion blanc sur case noire b2 · Pion blanc sur case noire f2 · Pion blanc sur case blanche g2 · Tour blanche sur case noire a1 · Cavalier blanc sur case blanche b1 · Dame blanche sur case blanche d1 · Tour blanche sur case noire e1 · Roi blanc sur case noire g1 | Tour noire sur case blanche a8 · Tour noire sur case noire f8 · Roi noir sur case blanche g8 · Fou noir sur case blanche b7 · Cavalier noir sur case blanche d7 · Dame noire sur case noire e7 · Pion noir sur case blanche f7 · Pion noir sur case noire g7 · Pion noir sur case noire d6 · Pion noir sur case noire h6 · Pion noir sur case noire c5 · Pion blanc sur case noire e5 · Pion noir sur case noire b4 · Cavalier noir sur case blanche e4 · Fou blanc sur case blanche b3 · Cavalier blanc sur case blanche f3 · Pion blanc sur case blanche h3 · Pion blanc sur case blanche a2 · Pion blanc sur case noire b2 · Pion blanc sur case noire f2 · Pion blanc sur case blanche g2 · Tour blanche sur case noire a1 · Cavalier blanc sur case blanche b1 · Dame blanche sur case blanche d1 · Tour blanche sur case noire e1 · Roi blanc sur case noire g1 | Tour noire sur case blanche a8 · Tour noire sur case noire f8 · Roi noir sur case blanche g8 · Fou noir sur case blanche b7 · Cavalier noir sur case blanche d7 · Dame noire sur case noire e7 · Pion noir sur case blanche f7 · Pion noir sur case noire g7 · Pion noir sur case noire d6 · Pion noir sur case noire h6 · Pion noir sur case noire c5 · Pion blanc sur case noire e5 · Pion noir sur case noire b4 · Cavalier noir sur case blanche e4 · Fou blanc sur case blanche b3 · Cavalier blanc sur case blanche f3 · Pion blanc sur case blanche h3 · Pion blanc sur case blanche a2 · Pion blanc sur case noire b2 · Pion blanc sur case noire f2 · Pion blanc sur case blanche g2 · Tour blanche sur case noire a1 · Cavalier blanc sur case blanche b1 · Dame blanche sur case blanche d1 · Tour blanche sur case noire e1 · Roi blanc sur case noire g1 | Tour noire sur case blanche a8 · Tour noire sur case noire f8 · Roi noir sur case blanche g8 · Fou noir sur case blanche b7 · Cavalier noir sur case blanche d7 · Dame noire sur case noire e7 · Pion noir sur case blanche f7 · Pion noir sur case noire g7 · Pion noir sur case noire d6 · Pion noir sur case noire h6 · Pion noir sur case noire c5 · Pion blanc sur case noire e5 · Pion noir sur case noire b4 · Cavalier noir sur case blanche e4 · Fou blanc sur case blanche b3 · Cavalier blanc sur case blanche f3 · Pion blanc sur case blanche h3 · Pion blanc sur case blanche a2 · Pion blanc sur case noire b2 · Pion blanc sur case noire f2 · Pion blanc sur case blanche g2 · Tour blanche sur case noire a1 · Cavalier blanc sur case blanche b1 · Dame blanche sur case blanche d1 · Tour blanche sur case noire e1 · Roi blanc sur case noire g1 | Tour noire sur case blanche a8 · Tour noire sur case noire f8 · Roi noir sur case blanche g8 · Fou noir sur case blanche b7 · Cavalier noir sur case blanche d7 · Dame noire sur case noire e7 · Pion noir sur case blanche f7 · Pion noir sur case noire g7 · Pion noir sur case noire d6 · Pion noir sur case noire h6 · Pion noir sur case noire c5 · Pion blanc sur case noire e5 · Pion noir sur case noire b4 · Cavalier noir sur case blanche e4 · Fou blanc sur case blanche b3 · Cavalier blanc sur case blanche f3 · Pion blanc sur case blanche h3 · Pion blanc sur case blanche a2 · Pion blanc sur case noire b2 · Pion blanc sur case noire f2 · Pion blanc sur case blanche g2 · Tour blanche sur case noire a1 · Cavalier blanc sur case blanche b1 · Dame blanche sur case blanche d1 · Tour blanche sur case noire e1 · Roi blanc sur case noire g1 | Tour noire sur case blanche a8 · Tour noire sur case noire f8 · Roi noir sur case blanche g8 · Fou noir sur case blanche b7 · Cavalier noir sur case blanche d7 · Dame noire sur case noire e7 · Pion noir sur case blanche f7 · Pion noir sur case noire g7 · Pion noir sur case noire d6 · Pion noir sur case noire h6 · Pion noir sur case noire c5 · Pion blanc sur case noire e5 · Pion noir sur case noire b4 · Cavalier noir sur case blanche e4 · Fou blanc sur case blanche b3 · Cavalier blanc sur case blanche f3 · Pion blanc sur case blanche h3 · Pion blanc sur case blanche a2 · Pion blanc sur case noire b2 · Pion blanc sur case noire f2 · Pion blanc sur case blanche g2 · Tour blanche sur case noire a1 · Cavalier blanc sur case blanche b1 · Dame blanche sur case blanche d1 · Tour blanche sur case noire e1 · Roi blanc sur case noire g1 | Tour noire sur case blanche a8 · Tour noire sur case noire f8 · Roi noir sur case blanche g8 · Fou noir sur case blanche b7 · Cavalier noir sur case blanche d7 · Dame noire sur case noire e7 · Pion noir sur case blanche f7 · Pion noir sur case noire g7 · Pion noir sur case noire d6 · Pion noir sur case noire h6 · Pion noir sur case noire c5 · Pion blanc sur case noire e5 · Pion noir sur case noire b4 · Cavalier noir sur case blanche e4 · Fou blanc sur case blanche b3 · Cavalier blanc sur case blanche f3 · Pion blanc sur case blanche h3 · Pion blanc sur case blanche a2 · Pion blanc sur case noire b2 · Pion blanc sur case noire f2 · Pion blanc sur case blanche g2 · Tour blanche sur case noire a1 · Cavalier blanc sur case blanche b1 · Dame blanche sur case blanche d1 · Tour blanche sur case noire e1 · Roi blanc sur case noire g1 | 8 |
| 7 | Tour noire sur case blanche a8 · Tour noire sur case noire f8 · Roi noir sur case blanche g8 · Fou noir sur case blanche b7 · Cavalier noir sur case blanche d7 · Dame noire sur case noire e7 · Pion noir sur case blanche f7 · Pion noir sur case noire g7 · Pion noir sur case noire d6 · Pion noir sur case noire h6 · Pion noir sur case noire c5 · Pion blanc sur case noire e5 · Pion noir sur case noire b4 · Cavalier noir sur case blanche e4 · Fou blanc sur case blanche b3 · Cavalier blanc sur case blanche f3 · Pion blanc sur case blanche h3 · Pion blanc sur case blanche a2 · Pion blanc sur case noire b2 · Pion blanc sur case noire f2 · Pion blanc sur case blanche g2 · Tour blanche sur case noire a1 · Cavalier blanc sur case blanche b1 · Dame blanche sur case blanche d1 · Tour blanche sur case noire e1 · Roi blanc sur case noire g1 | Tour noire sur case blanche a8 · Tour noire sur case noire f8 · Roi noir sur case blanche g8 · Fou noir sur case blanche b7 · Cavalier noir sur case blanche d7 · Dame noire sur case noire e7 · Pion noir sur case blanche f7 · Pion noir sur case noire g7 · Pion noir sur case noire d6 · Pion noir sur case noire h6 · Pion noir sur case noire c5 · Pion blanc sur case noire e5 · Pion noir sur case noire b4 · Cavalier noir sur case blanche e4 · Fou blanc sur case blanche b3 · Cavalier blanc sur case blanche f3 · Pion blanc sur case blanche h3 · Pion blanc sur case blanche a2 · Pion blanc sur case noire b2 · Pion blanc sur case noire f2 · Pion blanc sur case blanche g2 · Tour blanche sur case noire a1 · Cavalier blanc sur case blanche b1 · Dame blanche sur case blanche d1 · Tour blanche sur case noire e1 · Roi blanc sur case noire g1 | Tour noire sur case blanche a8 · Tour noire sur case noire f8 · Roi noir sur case blanche g8 · Fou noir sur case blanche b7 · Cavalier noir sur case blanche d7 · Dame noire sur case noire e7 · Pion noir sur case blanche f7 · Pion noir sur case noire g7 · Pion noir sur case noire d6 · Pion noir sur case noire h6 · Pion noir sur case noire c5 · Pion blanc sur case noire e5 · Pion noir sur case noire b4 · Cavalier noir sur case blanche e4 · Fou blanc sur case blanche b3 · Cavalier blanc sur case blanche f3 · Pion blanc sur case blanche h3 · Pion blanc sur case blanche a2 · Pion blanc sur case noire b2 · Pion blanc sur case noire f2 · Pion blanc sur case blanche g2 · Tour blanche sur case noire a1 · Cavalier blanc sur case blanche b1 · Dame blanche sur case blanche d1 · Tour blanche sur case noire e1 · Roi blanc sur case noire g1 | Tour noire sur case blanche a8 · Tour noire sur case noire f8 · Roi noir sur case blanche g8 · Fou noir sur case blanche b7 · Cavalier noir sur case blanche d7 · Dame noire sur case noire e7 · Pion noir sur case blanche f7 · Pion noir sur case noire g7 · Pion noir sur case noire d6 · Pion noir sur case noire h6 · Pion noir sur case noire c5 · Pion blanc sur case noire e5 · Pion noir sur case noire b4 · Cavalier noir sur case blanche e4 · Fou blanc sur case blanche b3 · Cavalier blanc sur case blanche f3 · Pion blanc sur case blanche h3 · Pion blanc sur case blanche a2 · Pion blanc sur case noire b2 · Pion blanc sur case noire f2 · Pion blanc sur case blanche g2 · Tour blanche sur case noire a1 · Cavalier blanc sur case blanche b1 · Dame blanche sur case blanche d1 · Tour blanche sur case noire e1 · Roi blanc sur case noire g1 | Tour noire sur case blanche a8 · Tour noire sur case noire f8 · Roi noir sur case blanche g8 · Fou noir sur case blanche b7 · Cavalier noir sur case blanche d7 · Dame noire sur case noire e7 · Pion noir sur case blanche f7 · Pion noir sur case noire g7 · Pion noir sur case noire d6 · Pion noir sur case noire h6 · Pion noir sur case noire c5 · Pion blanc sur case noire e5 · Pion noir sur case noire b4 · Cavalier noir sur case blanche e4 · Fou blanc sur case blanche b3 · Cavalier blanc sur case blanche f3 · Pion blanc sur case blanche h3 · Pion blanc sur case blanche a2 · Pion blanc sur case noire b2 · Pion blanc sur case noire f2 · Pion blanc sur case blanche g2 · Tour blanche sur case noire a1 · Cavalier blanc sur case blanche b1 · Dame blanche sur case blanche d1 · Tour blanche sur case noire e1 · Roi blanc sur case noire g1 | Tour noire sur case blanche a8 · Tour noire sur case noire f8 · Roi noir sur case blanche g8 · Fou noir sur case blanche b7 · Cavalier noir sur case blanche d7 · Dame noire sur case noire e7 · Pion noir sur case blanche f7 · Pion noir sur case noire g7 · Pion noir sur case noire d6 · Pion noir sur case noire h6 · Pion noir sur case noire c5 · Pion blanc sur case noire e5 · Pion noir sur case noire b4 · Cavalier noir sur case blanche e4 · Fou blanc sur case blanche b3 · Cavalier blanc sur case blanche f3 · Pion blanc sur case blanche h3 · Pion blanc sur case blanche a2 · Pion blanc sur case noire b2 · Pion blanc sur case noire f2 · Pion blanc sur case blanche g2 · Tour blanche sur case noire a1 · Cavalier blanc sur case blanche b1 · Dame blanche sur case blanche d1 · Tour blanche sur case noire e1 · Roi blanc sur case noire g1 | Tour noire sur case blanche a8 · Tour noire sur case noire f8 · Roi noir sur case blanche g8 · Fou noir sur case blanche b7 · Cavalier noir sur case blanche d7 · Dame noire sur case noire e7 · Pion noir sur case blanche f7 · Pion noir sur case noire g7 · Pion noir sur case noire d6 · Pion noir sur case noire h6 · Pion noir sur case noire c5 · Pion blanc sur case noire e5 · Pion noir sur case noire b4 · Cavalier noir sur case blanche e4 · Fou blanc sur case blanche b3 · Cavalier blanc sur case blanche f3 · Pion blanc sur case blanche h3 · Pion blanc sur case blanche a2 · Pion blanc sur case noire b2 · Pion blanc sur case noire f2 · Pion blanc sur case blanche g2 · Tour blanche sur case noire a1 · Cavalier blanc sur case blanche b1 · Dame blanche sur case blanche d1 · Tour blanche sur case noire e1 · Roi blanc sur case noire g1 | Tour noire sur case blanche a8 · Tour noire sur case noire f8 · Roi noir sur case blanche g8 · Fou noir sur case blanche b7 · Cavalier noir sur case blanche d7 · Dame noire sur case noire e7 · Pion noir sur case blanche f7 · Pion noir sur case noire g7 · Pion noir sur case noire d6 · Pion noir sur case noire h6 · Pion noir sur case noire c5 · Pion blanc sur case noire e5 · Pion noir sur case noire b4 · Cavalier noir sur case blanche e4 · Fou blanc sur case blanche b3 · Cavalier blanc sur case blanche f3 · Pion blanc sur case blanche h3 · Pion blanc sur case blanche a2 · Pion blanc sur case noire b2 · Pion blanc sur case noire f2 · Pion blanc sur case blanche g2 · Tour blanche sur case noire a1 · Cavalier blanc sur case blanche b1 · Dame blanche sur case blanche d1 · Tour blanche sur case noire e1 · Roi blanc sur case noire g1 | 7 |
| 6 | Tour noire sur case blanche a8 · Tour noire sur case noire f8 · Roi noir sur case blanche g8 · Fou noir sur case blanche b7 · Cavalier noir sur case blanche d7 · Dame noire sur case noire e7 · Pion noir sur case blanche f7 · Pion noir sur case noire g7 · Pion noir sur case noire d6 · Pion noir sur case noire h6 · Pion noir sur case noire c5 · Pion blanc sur case noire e5 · Pion noir sur case noire b4 · Cavalier noir sur case blanche e4 · Fou blanc sur case blanche b3 · Cavalier blanc sur case blanche f3 · Pion blanc sur case blanche h3 · Pion blanc sur case blanche a2 · Pion blanc sur case noire b2 · Pion blanc sur case noire f2 · Pion blanc sur case blanche g2 · Tour blanche sur case noire a1 · Cavalier blanc sur case blanche b1 · Dame blanche sur case blanche d1 · Tour blanche sur case noire e1 · Roi blanc sur case noire g1 | Tour noire sur case blanche a8 · Tour noire sur case noire f8 · Roi noir sur case blanche g8 · Fou noir sur case blanche b7 · Cavalier noir sur case blanche d7 · Dame noire sur case noire e7 · Pion noir sur case blanche f7 · Pion noir sur case noire g7 · Pion noir sur case noire d6 · Pion noir sur case noire h6 · Pion noir sur case noire c5 · Pion blanc sur case noire e5 · Pion noir sur case noire b4 · Cavalier noir sur case blanche e4 · Fou blanc sur case blanche b3 · Cavalier blanc sur case blanche f3 · Pion blanc sur case blanche h3 · Pion blanc sur case blanche a2 · Pion blanc sur case noire b2 · Pion blanc sur case noire f2 · Pion blanc sur case blanche g2 · Tour blanche sur case noire a1 · Cavalier blanc sur case blanche b1 · Dame blanche sur case blanche d1 · Tour blanche sur case noire e1 · Roi blanc sur case noire g1 | Tour noire sur case blanche a8 · Tour noire sur case noire f8 · Roi noir sur case blanche g8 · Fou noir sur case blanche b7 · Cavalier noir sur case blanche d7 · Dame noire sur case noire e7 · Pion noir sur case blanche f7 · Pion noir sur case noire g7 · Pion noir sur case noire d6 · Pion noir sur case noire h6 · Pion noir sur case noire c5 · Pion blanc sur case noire e5 · Pion noir sur case noire b4 · Cavalier noir sur case blanche e4 · Fou blanc sur case blanche b3 · Cavalier blanc sur case blanche f3 · Pion blanc sur case blanche h3 · Pion blanc sur case blanche a2 · Pion blanc sur case noire b2 · Pion blanc sur case noire f2 · Pion blanc sur case blanche g2 · Tour blanche sur case noire a1 · Cavalier blanc sur case blanche b1 · Dame blanche sur case blanche d1 · Tour blanche sur case noire e1 · Roi blanc sur case noire g1 | Tour noire sur case blanche a8 · Tour noire sur case noire f8 · Roi noir sur case blanche g8 · Fou noir sur case blanche b7 · Cavalier noir sur case blanche d7 · Dame noire sur case noire e7 · Pion noir sur case blanche f7 · Pion noir sur case noire g7 · Pion noir sur case noire d6 · Pion noir sur case noire h6 · Pion noir sur case noire c5 · Pion blanc sur case noire e5 · Pion noir sur case noire b4 · Cavalier noir sur case blanche e4 · Fou blanc sur case blanche b3 · Cavalier blanc sur case blanche f3 · Pion blanc sur case blanche h3 · Pion blanc sur case blanche a2 · Pion blanc sur case noire b2 · Pion blanc sur case noire f2 · Pion blanc sur case blanche g2 · Tour blanche sur case noire a1 · Cavalier blanc sur case blanche b1 · Dame blanche sur case blanche d1 · Tour blanche sur case noire e1 · Roi blanc sur case noire g1 | Tour noire sur case blanche a8 · Tour noire sur case noire f8 · Roi noir sur case blanche g8 · Fou noir sur case blanche b7 · Cavalier noir sur case blanche d7 · Dame noire sur case noire e7 · Pion noir sur case blanche f7 · Pion noir sur case noire g7 · Pion noir sur case noire d6 · Pion noir sur case noire h6 · Pion noir sur case noire c5 · Pion blanc sur case noire e5 · Pion noir sur case noire b4 · Cavalier noir sur case blanche e4 · Fou blanc sur case blanche b3 · Cavalier blanc sur case blanche f3 · Pion blanc sur case blanche h3 · Pion blanc sur case blanche a2 · Pion blanc sur case noire b2 · Pion blanc sur case noire f2 · Pion blanc sur case blanche g2 · Tour blanche sur case noire a1 · Cavalier blanc sur case blanche b1 · Dame blanche sur case blanche d1 · Tour blanche sur case noire e1 · Roi blanc sur case noire g1 | Tour noire sur case blanche a8 · Tour noire sur case noire f8 · Roi noir sur case blanche g8 · Fou noir sur case blanche b7 · Cavalier noir sur case blanche d7 · Dame noire sur case noire e7 · Pion noir sur case blanche f7 · Pion noir sur case noire g7 · Pion noir sur case noire d6 · Pion noir sur case noire h6 · Pion noir sur case noire c5 · Pion blanc sur case noire e5 · Pion noir sur case noire b4 · Cavalier noir sur case blanche e4 · Fou blanc sur case blanche b3 · Cavalier blanc sur case blanche f3 · Pion blanc sur case blanche h3 · Pion blanc sur case blanche a2 · Pion blanc sur case noire b2 · Pion blanc sur case noire f2 · Pion blanc sur case blanche g2 · Tour blanche sur case noire a1 · Cavalier blanc sur case blanche b1 · Dame blanche sur case blanche d1 · Tour blanche sur case noire e1 · Roi blanc sur case noire g1 | Tour noire sur case blanche a8 · Tour noire sur case noire f8 · Roi noir sur case blanche g8 · Fou noir sur case blanche b7 · Cavalier noir sur case blanche d7 · Dame noire sur case noire e7 · Pion noir sur case blanche f7 · Pion noir sur case noire g7 · Pion noir sur case noire d6 · Pion noir sur case noire h6 · Pion noir sur case noire c5 · Pion blanc sur case noire e5 · Pion noir sur case noire b4 · Cavalier noir sur case blanche e4 · Fou blanc sur case blanche b3 · Cavalier blanc sur case blanche f3 · Pion blanc sur case blanche h3 · Pion blanc sur case blanche a2 · Pion blanc sur case noire b2 · Pion blanc sur case noire f2 · Pion blanc sur case blanche g2 · Tour blanche sur case noire a1 · Cavalier blanc sur case blanche b1 · Dame blanche sur case blanche d1 · Tour blanche sur case noire e1 · Roi blanc sur case noire g1 | Tour noire sur case blanche a8 · Tour noire sur case noire f8 · Roi noir sur case blanche g8 · Fou noir sur case blanche b7 · Cavalier noir sur case blanche d7 · Dame noire sur case noire e7 · Pion noir sur case blanche f7 · Pion noir sur case noire g7 · Pion noir sur case noire d6 · Pion noir sur case noire h6 · Pion noir sur case noire c5 · Pion blanc sur case noire e5 · Pion noir sur case noire b4 · Cavalier noir sur case blanche e4 · Fou blanc sur case blanche b3 · Cavalier blanc sur case blanche f3 · Pion blanc sur case blanche h3 · Pion blanc sur case blanche a2 · Pion blanc sur case noire b2 · Pion blanc sur case noire f2 · Pion blanc sur case blanche g2 · Tour blanche sur case noire a1 · Cavalier blanc sur case blanche b1 · Dame blanche sur case blanche d1 · Tour blanche sur case noire e1 · Roi blanc sur case noire g1 | 6 |
| 5 | Tour noire sur case blanche a8 · Tour noire sur case noire f8 · Roi noir sur case blanche g8 · Fou noir sur case blanche b7 · Cavalier noir sur case blanche d7 · Dame noire sur case noire e7 · Pion noir sur case blanche f7 · Pion noir sur case noire g7 · Pion noir sur case noire d6 · Pion noir sur case noire h6 · Pion noir sur case noire c5 · Pion blanc sur case noire e5 · Pion noir sur case noire b4 · Cavalier noir sur case blanche e4 · Fou blanc sur case blanche b3 · Cavalier blanc sur case blanche f3 · Pion blanc sur case blanche h3 · Pion blanc sur case blanche a2 · Pion blanc sur case noire b2 · Pion blanc sur case noire f2 · Pion blanc sur case blanche g2 · Tour blanche sur case noire a1 · Cavalier blanc sur case blanche b1 · Dame blanche sur case blanche d1 · Tour blanche sur case noire e1 · Roi blanc sur case noire g1 | Tour noire sur case blanche a8 · Tour noire sur case noire f8 · Roi noir sur case blanche g8 · Fou noir sur case blanche b7 · Cavalier noir sur case blanche d7 · Dame noire sur case noire e7 · Pion noir sur case blanche f7 · Pion noir sur case noire g7 · Pion noir sur case noire d6 · Pion noir sur case noire h6 · Pion noir sur case noire c5 · Pion blanc sur case noire e5 · Pion noir sur case noire b4 · Cavalier noir sur case blanche e4 · Fou blanc sur case blanche b3 · Cavalier blanc sur case blanche f3 · Pion blanc sur case blanche h3 · Pion blanc sur case blanche a2 · Pion blanc sur case noire b2 · Pion blanc sur case noire f2 · Pion blanc sur case blanche g2 · Tour blanche sur case noire a1 · Cavalier blanc sur case blanche b1 · Dame blanche sur case blanche d1 · Tour blanche sur case noire e1 · Roi blanc sur case noire g1 | Tour noire sur case blanche a8 · Tour noire sur case noire f8 · Roi noir sur case blanche g8 · Fou noir sur case blanche b7 · Cavalier noir sur case blanche d7 · Dame noire sur case noire e7 · Pion noir sur case blanche f7 · Pion noir sur case noire g7 · Pion noir sur case noire d6 · Pion noir sur case noire h6 · Pion noir sur case noire c5 · Pion blanc sur case noire e5 · Pion noir sur case noire b4 · Cavalier noir sur case blanche e4 · Fou blanc sur case blanche b3 · Cavalier blanc sur case blanche f3 · Pion blanc sur case blanche h3 · Pion blanc sur case blanche a2 · Pion blanc sur case noire b2 · Pion blanc sur case noire f2 · Pion blanc sur case blanche g2 · Tour blanche sur case noire a1 · Cavalier blanc sur case blanche b1 · Dame blanche sur case blanche d1 · Tour blanche sur case noire e1 · Roi blanc sur case noire g1 | Tour noire sur case blanche a8 · Tour noire sur case noire f8 · Roi noir sur case blanche g8 · Fou noir sur case blanche b7 · Cavalier noir sur case blanche d7 · Dame noire sur case noire e7 · Pion noir sur case blanche f7 · Pion noir sur case noire g7 · Pion noir sur case noire d6 · Pion noir sur case noire h6 · Pion noir sur case noire c5 · Pion blanc sur case noire e5 · Pion noir sur case noire b4 · Cavalier noir sur case blanche e4 · Fou blanc sur case blanche b3 · Cavalier blanc sur case blanche f3 · Pion blanc sur case blanche h3 · Pion blanc sur case blanche a2 · Pion blanc sur case noire b2 · Pion blanc sur case noire f2 · Pion blanc sur case blanche g2 · Tour blanche sur case noire a1 · Cavalier blanc sur case blanche b1 · Dame blanche sur case blanche d1 · Tour blanche sur case noire e1 · Roi blanc sur case noire g1 | Tour noire sur case blanche a8 · Tour noire sur case noire f8 · Roi noir sur case blanche g8 · Fou noir sur case blanche b7 · Cavalier noir sur case blanche d7 · Dame noire sur case noire e7 · Pion noir sur case blanche f7 · Pion noir sur case noire g7 · Pion noir sur case noire d6 · Pion noir sur case noire h6 · Pion noir sur case noire c5 · Pion blanc sur case noire e5 · Pion noir sur case noire b4 · Cavalier noir sur case blanche e4 · Fou blanc sur case blanche b3 · Cavalier blanc sur case blanche f3 · Pion blanc sur case blanche h3 · Pion blanc sur case blanche a2 · Pion blanc sur case noire b2 · Pion blanc sur case noire f2 · Pion blanc sur case blanche g2 · Tour blanche sur case noire a1 · Cavalier blanc sur case blanche b1 · Dame blanche sur case blanche d1 · Tour blanche sur case noire e1 · Roi blanc sur case noire g1 | Tour noire sur case blanche a8 · Tour noire sur case noire f8 · Roi noir sur case blanche g8 · Fou noir sur case blanche b7 · Cavalier noir sur case blanche d7 · Dame noire sur case noire e7 · Pion noir sur case blanche f7 · Pion noir sur case noire g7 · Pion noir sur case noire d6 · Pion noir sur case noire h6 · Pion noir sur case noire c5 · Pion blanc sur case noire e5 · Pion noir sur case noire b4 · Cavalier noir sur case blanche e4 · Fou blanc sur case blanche b3 · Cavalier blanc sur case blanche f3 · Pion blanc sur case blanche h3 · Pion blanc sur case blanche a2 · Pion blanc sur case noire b2 · Pion blanc sur case noire f2 · Pion blanc sur case blanche g2 · Tour blanche sur case noire a1 · Cavalier blanc sur case blanche b1 · Dame blanche sur case blanche d1 · Tour blanche sur case noire e1 · Roi blanc sur case noire g1 | Tour noire sur case blanche a8 · Tour noire sur case noire f8 · Roi noir sur case blanche g8 · Fou noir sur case blanche b7 · Cavalier noir sur case blanche d7 · Dame noire sur case noire e7 · Pion noir sur case blanche f7 · Pion noir sur case noire g7 · Pion noir sur case noire d6 · Pion noir sur case noire h6 · Pion noir sur case noire c5 · Pion blanc sur case noire e5 · Pion noir sur case noire b4 · Cavalier noir sur case blanche e4 · Fou blanc sur case blanche b3 · Cavalier blanc sur case blanche f3 · Pion blanc sur case blanche h3 · Pion blanc sur case blanche a2 · Pion blanc sur case noire b2 · Pion blanc sur case noire f2 · Pion blanc sur case blanche g2 · Tour blanche sur case noire a1 · Cavalier blanc sur case blanche b1 · Dame blanche sur case blanche d1 · Tour blanche sur case noire e1 · Roi blanc sur case noire g1 | Tour noire sur case blanche a8 · Tour noire sur case noire f8 · Roi noir sur case blanche g8 · Fou noir sur case blanche b7 · Cavalier noir sur case blanche d7 · Dame noire sur case noire e7 · Pion noir sur case blanche f7 · Pion noir sur case noire g7 · Pion noir sur case noire d6 · Pion noir sur case noire h6 · Pion noir sur case noire c5 · Pion blanc sur case noire e5 · Pion noir sur case noire b4 · Cavalier noir sur case blanche e4 · Fou blanc sur case blanche b3 · Cavalier blanc sur case blanche f3 · Pion blanc sur case blanche h3 · Pion blanc sur case blanche a2 · Pion blanc sur case noire b2 · Pion blanc sur case noire f2 · Pion blanc sur case blanche g2 · Tour blanche sur case noire a1 · Cavalier blanc sur case blanche b1 · Dame blanche sur case blanche d1 · Tour blanche sur case noire e1 · Roi blanc sur case noire g1 | 5 |
| 4 | Tour noire sur case blanche a8 · Tour noire sur case noire f8 · Roi noir sur case blanche g8 · Fou noir sur case blanche b7 · Cavalier noir sur case blanche d7 · Dame noire sur case noire e7 · Pion noir sur case blanche f7 · Pion noir sur case noire g7 · Pion noir sur case noire d6 · Pion noir sur case noire h6 · Pion noir sur case noire c5 · Pion blanc sur case noire e5 · Pion noir sur case noire b4 · Cavalier noir sur case blanche e4 · Fou blanc sur case blanche b3 · Cavalier blanc sur case blanche f3 · Pion blanc sur case blanche h3 · Pion blanc sur case blanche a2 · Pion blanc sur case noire b2 · Pion blanc sur case noire f2 · Pion blanc sur case blanche g2 · Tour blanche sur case noire a1 · Cavalier blanc sur case blanche b1 · Dame blanche sur case blanche d1 · Tour blanche sur case noire e1 · Roi blanc sur case noire g1 | Tour noire sur case blanche a8 · Tour noire sur case noire f8 · Roi noir sur case blanche g8 · Fou noir sur case blanche b7 · Cavalier noir sur case blanche d7 · Dame noire sur case noire e7 · Pion noir sur case blanche f7 · Pion noir sur case noire g7 · Pion noir sur case noire d6 · Pion noir sur case noire h6 · Pion noir sur case noire c5 · Pion blanc sur case noire e5 · Pion noir sur case noire b4 · Cavalier noir sur case blanche e4 · Fou blanc sur case blanche b3 · Cavalier blanc sur case blanche f3 · Pion blanc sur case blanche h3 · Pion blanc sur case blanche a2 · Pion blanc sur case noire b2 · Pion blanc sur case noire f2 · Pion blanc sur case blanche g2 · Tour blanche sur case noire a1 · Cavalier blanc sur case blanche b1 · Dame blanche sur case blanche d1 · Tour blanche sur case noire e1 · Roi blanc sur case noire g1 | Tour noire sur case blanche a8 · Tour noire sur case noire f8 · Roi noir sur case blanche g8 · Fou noir sur case blanche b7 · Cavalier noir sur case blanche d7 · Dame noire sur case noire e7 · Pion noir sur case blanche f7 · Pion noir sur case noire g7 · Pion noir sur case noire d6 · Pion noir sur case noire h6 · Pion noir sur case noire c5 · Pion blanc sur case noire e5 · Pion noir sur case noire b4 · Cavalier noir sur case blanche e4 · Fou blanc sur case blanche b3 · Cavalier blanc sur case blanche f3 · Pion blanc sur case blanche h3 · Pion blanc sur case blanche a2 · Pion blanc sur case noire b2 · Pion blanc sur case noire f2 · Pion blanc sur case blanche g2 · Tour blanche sur case noire a1 · Cavalier blanc sur case blanche b1 · Dame blanche sur case blanche d1 · Tour blanche sur case noire e1 · Roi blanc sur case noire g1 | Tour noire sur case blanche a8 · Tour noire sur case noire f8 · Roi noir sur case blanche g8 · Fou noir sur case blanche b7 · Cavalier noir sur case blanche d7 · Dame noire sur case noire e7 · Pion noir sur case blanche f7 · Pion noir sur case noire g7 · Pion noir sur case noire d6 · Pion noir sur case noire h6 · Pion noir sur case noire c5 · Pion blanc sur case noire e5 · Pion noir sur case noire b4 · Cavalier noir sur case blanche e4 · Fou blanc sur case blanche b3 · Cavalier blanc sur case blanche f3 · Pion blanc sur case blanche h3 · Pion blanc sur case blanche a2 · Pion blanc sur case noire b2 · Pion blanc sur case noire f2 · Pion blanc sur case blanche g2 · Tour blanche sur case noire a1 · Cavalier blanc sur case blanche b1 · Dame blanche sur case blanche d1 · Tour blanche sur case noire e1 · Roi blanc sur case noire g1 | Tour noire sur case blanche a8 · Tour noire sur case noire f8 · Roi noir sur case blanche g8 · Fou noir sur case blanche b7 · Cavalier noir sur case blanche d7 · Dame noire sur case noire e7 · Pion noir sur case blanche f7 · Pion noir sur case noire g7 · Pion noir sur case noire d6 · Pion noir sur case noire h6 · Pion noir sur case noire c5 · Pion blanc sur case noire e5 · Pion noir sur case noire b4 · Cavalier noir sur case blanche e4 · Fou blanc sur case blanche b3 · Cavalier blanc sur case blanche f3 · Pion blanc sur case blanche h3 · Pion blanc sur case blanche a2 · Pion blanc sur case noire b2 · Pion blanc sur case noire f2 · Pion blanc sur case blanche g2 · Tour blanche sur case noire a1 · Cavalier blanc sur case blanche b1 · Dame blanche sur case blanche d1 · Tour blanche sur case noire e1 · Roi blanc sur case noire g1 | Tour noire sur case blanche a8 · Tour noire sur case noire f8 · Roi noir sur case blanche g8 · Fou noir sur case blanche b7 · Cavalier noir sur case blanche d7 · Dame noire sur case noire e7 · Pion noir sur case blanche f7 · Pion noir sur case noire g7 · Pion noir sur case noire d6 · Pion noir sur case noire h6 · Pion noir sur case noire c5 · Pion blanc sur case noire e5 · Pion noir sur case noire b4 · Cavalier noir sur case blanche e4 · Fou blanc sur case blanche b3 · Cavalier blanc sur case blanche f3 · Pion blanc sur case blanche h3 · Pion blanc sur case blanche a2 · Pion blanc sur case noire b2 · Pion blanc sur case noire f2 · Pion blanc sur case blanche g2 · Tour blanche sur case noire a1 · Cavalier blanc sur case blanche b1 · Dame blanche sur case blanche d1 · Tour blanche sur case noire e1 · Roi blanc sur case noire g1 | Tour noire sur case blanche a8 · Tour noire sur case noire f8 · Roi noir sur case blanche g8 · Fou noir sur case blanche b7 · Cavalier noir sur case blanche d7 · Dame noire sur case noire e7 · Pion noir sur case blanche f7 · Pion noir sur case noire g7 · Pion noir sur case noire d6 · Pion noir sur case noire h6 · Pion noir sur case noire c5 · Pion blanc sur case noire e5 · Pion noir sur case noire b4 · Cavalier noir sur case blanche e4 · Fou blanc sur case blanche b3 · Cavalier blanc sur case blanche f3 · Pion blanc sur case blanche h3 · Pion blanc sur case blanche a2 · Pion blanc sur case noire b2 · Pion blanc sur case noire f2 · Pion blanc sur case blanche g2 · Tour blanche sur case noire a1 · Cavalier blanc sur case blanche b1 · Dame blanche sur case blanche d1 · Tour blanche sur case noire e1 · Roi blanc sur case noire g1 | Tour noire sur case blanche a8 · Tour noire sur case noire f8 · Roi noir sur case blanche g8 · Fou noir sur case blanche b7 · Cavalier noir sur case blanche d7 · Dame noire sur case noire e7 · Pion noir sur case blanche f7 · Pion noir sur case noire g7 · Pion noir sur case noire d6 · Pion noir sur case noire h6 · Pion noir sur case noire c5 · Pion blanc sur case noire e5 · Pion noir sur case noire b4 · Cavalier noir sur case blanche e4 · Fou blanc sur case blanche b3 · Cavalier blanc sur case blanche f3 · Pion blanc sur case blanche h3 · Pion blanc sur case blanche a2 · Pion blanc sur case noire b2 · Pion blanc sur case noire f2 · Pion blanc sur case blanche g2 · Tour blanche sur case noire a1 · Cavalier blanc sur case blanche b1 · Dame blanche sur case blanche d1 · Tour blanche sur case noire e1 · Roi blanc sur case noire g1 | 4 |
| 3 | Tour noire sur case blanche a8 · Tour noire sur case noire f8 · Roi noir sur case blanche g8 · Fou noir sur case blanche b7 · Cavalier noir sur case blanche d7 · Dame noire sur case noire e7 · Pion noir sur case blanche f7 · Pion noir sur case noire g7 · Pion noir sur case noire d6 · Pion noir sur case noire h6 · Pion noir sur case noire c5 · Pion blanc sur case noire e5 · Pion noir sur case noire b4 · Cavalier noir sur case blanche e4 · Fou blanc sur case blanche b3 · Cavalier blanc sur case blanche f3 · Pion blanc sur case blanche h3 · Pion blanc sur case blanche a2 · Pion blanc sur case noire b2 · Pion blanc sur case noire f2 · Pion blanc sur case blanche g2 · Tour blanche sur case noire a1 · Cavalier blanc sur case blanche b1 · Dame blanche sur case blanche d1 · Tour blanche sur case noire e1 · Roi blanc sur case noire g1 | Tour noire sur case blanche a8 · Tour noire sur case noire f8 · Roi noir sur case blanche g8 · Fou noir sur case blanche b7 · Cavalier noir sur case blanche d7 · Dame noire sur case noire e7 · Pion noir sur case blanche f7 · Pion noir sur case noire g7 · Pion noir sur case noire d6 · Pion noir sur case noire h6 · Pion noir sur case noire c5 · Pion blanc sur case noire e5 · Pion noir sur case noire b4 · Cavalier noir sur case blanche e4 · Fou blanc sur case blanche b3 · Cavalier blanc sur case blanche f3 · Pion blanc sur case blanche h3 · Pion blanc sur case blanche a2 · Pion blanc sur case noire b2 · Pion blanc sur case noire f2 · Pion blanc sur case blanche g2 · Tour blanche sur case noire a1 · Cavalier blanc sur case blanche b1 · Dame blanche sur case blanche d1 · Tour blanche sur case noire e1 · Roi blanc sur case noire g1 | Tour noire sur case blanche a8 · Tour noire sur case noire f8 · Roi noir sur case blanche g8 · Fou noir sur case blanche b7 · Cavalier noir sur case blanche d7 · Dame noire sur case noire e7 · Pion noir sur case blanche f7 · Pion noir sur case noire g7 · Pion noir sur case noire d6 · Pion noir sur case noire h6 · Pion noir sur case noire c5 · Pion blanc sur case noire e5 · Pion noir sur case noire b4 · Cavalier noir sur case blanche e4 · Fou blanc sur case blanche b3 · Cavalier blanc sur case blanche f3 · Pion blanc sur case blanche h3 · Pion blanc sur case blanche a2 · Pion blanc sur case noire b2 · Pion blanc sur case noire f2 · Pion blanc sur case blanche g2 · Tour blanche sur case noire a1 · Cavalier blanc sur case blanche b1 · Dame blanche sur case blanche d1 · Tour blanche sur case noire e1 · Roi blanc sur case noire g1 | Tour noire sur case blanche a8 · Tour noire sur case noire f8 · Roi noir sur case blanche g8 · Fou noir sur case blanche b7 · Cavalier noir sur case blanche d7 · Dame noire sur case noire e7 · Pion noir sur case blanche f7 · Pion noir sur case noire g7 · Pion noir sur case noire d6 · Pion noir sur case noire h6 · Pion noir sur case noire c5 · Pion blanc sur case noire e5 · Pion noir sur case noire b4 · Cavalier noir sur case blanche e4 · Fou blanc sur case blanche b3 · Cavalier blanc sur case blanche f3 · Pion blanc sur case blanche h3 · Pion blanc sur case blanche a2 · Pion blanc sur case noire b2 · Pion blanc sur case noire f2 · Pion blanc sur case blanche g2 · Tour blanche sur case noire a1 · Cavalier blanc sur case blanche b1 · Dame blanche sur case blanche d1 · Tour blanche sur case noire e1 · Roi blanc sur case noire g1 | Tour noire sur case blanche a8 · Tour noire sur case noire f8 · Roi noir sur case blanche g8 · Fou noir sur case blanche b7 · Cavalier noir sur case blanche d7 · Dame noire sur case noire e7 · Pion noir sur case blanche f7 · Pion noir sur case noire g7 · Pion noir sur case noire d6 · Pion noir sur case noire h6 · Pion noir sur case noire c5 · Pion blanc sur case noire e5 · Pion noir sur case noire b4 · Cavalier noir sur case blanche e4 · Fou blanc sur case blanche b3 · Cavalier blanc sur case blanche f3 · Pion blanc sur case blanche h3 · Pion blanc sur case blanche a2 · Pion blanc sur case noire b2 · Pion blanc sur case noire f2 · Pion blanc sur case blanche g2 · Tour blanche sur case noire a1 · Cavalier blanc sur case blanche b1 · Dame blanche sur case blanche d1 · Tour blanche sur case noire e1 · Roi blanc sur case noire g1 | Tour noire sur case blanche a8 · Tour noire sur case noire f8 · Roi noir sur case blanche g8 · Fou noir sur case blanche b7 · Cavalier noir sur case blanche d7 · Dame noire sur case noire e7 · Pion noir sur case blanche f7 · Pion noir sur case noire g7 · Pion noir sur case noire d6 · Pion noir sur case noire h6 · Pion noir sur case noire c5 · Pion blanc sur case noire e5 · Pion noir sur case noire b4 · Cavalier noir sur case blanche e4 · Fou blanc sur case blanche b3 · Cavalier blanc sur case blanche f3 · Pion blanc sur case blanche h3 · Pion blanc sur case blanche a2 · Pion blanc sur case noire b2 · Pion blanc sur case noire f2 · Pion blanc sur case blanche g2 · Tour blanche sur case noire a1 · Cavalier blanc sur case blanche b1 · Dame blanche sur case blanche d1 · Tour blanche sur case noire e1 · Roi blanc sur case noire g1 | Tour noire sur case blanche a8 · Tour noire sur case noire f8 · Roi noir sur case blanche g8 · Fou noir sur case blanche b7 · Cavalier noir sur case blanche d7 · Dame noire sur case noire e7 · Pion noir sur case blanche f7 · Pion noir sur case noire g7 · Pion noir sur case noire d6 · Pion noir sur case noire h6 · Pion noir sur case noire c5 · Pion blanc sur case noire e5 · Pion noir sur case noire b4 · Cavalier noir sur case blanche e4 · Fou blanc sur case blanche b3 · Cavalier blanc sur case blanche f3 · Pion blanc sur case blanche h3 · Pion blanc sur case blanche a2 · Pion blanc sur case noire b2 · Pion blanc sur case noire f2 · Pion blanc sur case blanche g2 · Tour blanche sur case noire a1 · Cavalier blanc sur case blanche b1 · Dame blanche sur case blanche d1 · Tour blanche sur case noire e1 · Roi blanc sur case noire g1 | Tour noire sur case blanche a8 · Tour noire sur case noire f8 · Roi noir sur case blanche g8 · Fou noir sur case blanche b7 · Cavalier noir sur case blanche d7 · Dame noire sur case noire e7 · Pion noir sur case blanche f7 · Pion noir sur case noire g7 · Pion noir sur case noire d6 · Pion noir sur case noire h6 · Pion noir sur case noire c5 · Pion blanc sur case noire e5 · Pion noir sur case noire b4 · Cavalier noir sur case blanche e4 · Fou blanc sur case blanche b3 · Cavalier blanc sur case blanche f3 · Pion blanc sur case blanche h3 · Pion blanc sur case blanche a2 · Pion blanc sur case noire b2 · Pion blanc sur case noire f2 · Pion blanc sur case blanche g2 · Tour blanche sur case noire a1 · Cavalier blanc sur case blanche b1 · Dame blanche sur case blanche d1 · Tour blanche sur case noire e1 · Roi blanc sur case noire g1 | 3 |
| 2 | Tour noire sur case blanche a8 · Tour noire sur case noire f8 · Roi noir sur case blanche g8 · Fou noir sur case blanche b7 · Cavalier noir sur case blanche d7 · Dame noire sur case noire e7 · Pion noir sur case blanche f7 · Pion noir sur case noire g7 · Pion noir sur case noire d6 · Pion noir sur case noire h6 · Pion noir sur case noire c5 · Pion blanc sur case noire e5 · Pion noir sur case noire b4 · Cavalier noir sur case blanche e4 · Fou blanc sur case blanche b3 · Cavalier blanc sur case blanche f3 · Pion blanc sur case blanche h3 · Pion blanc sur case blanche a2 · Pion blanc sur case noire b2 · Pion blanc sur case noire f2 · Pion blanc sur case blanche g2 · Tour blanche sur case noire a1 · Cavalier blanc sur case blanche b1 · Dame blanche sur case blanche d1 · Tour blanche sur case noire e1 · Roi blanc sur case noire g1 | Tour noire sur case blanche a8 · Tour noire sur case noire f8 · Roi noir sur case blanche g8 · Fou noir sur case blanche b7 · Cavalier noir sur case blanche d7 · Dame noire sur case noire e7 · Pion noir sur case blanche f7 · Pion noir sur case noire g7 · Pion noir sur case noire d6 · Pion noir sur case noire h6 · Pion noir sur case noire c5 · Pion blanc sur case noire e5 · Pion noir sur case noire b4 · Cavalier noir sur case blanche e4 · Fou blanc sur case blanche b3 · Cavalier blanc sur case blanche f3 · Pion blanc sur case blanche h3 · Pion blanc sur case blanche a2 · Pion blanc sur case noire b2 · Pion blanc sur case noire f2 · Pion blanc sur case blanche g2 · Tour blanche sur case noire a1 · Cavalier blanc sur case blanche b1 · Dame blanche sur case blanche d1 · Tour blanche sur case noire e1 · Roi blanc sur case noire g1 | Tour noire sur case blanche a8 · Tour noire sur case noire f8 · Roi noir sur case blanche g8 · Fou noir sur case blanche b7 · Cavalier noir sur case blanche d7 · Dame noire sur case noire e7 · Pion noir sur case blanche f7 · Pion noir sur case noire g7 · Pion noir sur case noire d6 · Pion noir sur case noire h6 · Pion noir sur case noire c5 · Pion blanc sur case noire e5 · Pion noir sur case noire b4 · Cavalier noir sur case blanche e4 · Fou blanc sur case blanche b3 · Cavalier blanc sur case blanche f3 · Pion blanc sur case blanche h3 · Pion blanc sur case blanche a2 · Pion blanc sur case noire b2 · Pion blanc sur case noire f2 · Pion blanc sur case blanche g2 · Tour blanche sur case noire a1 · Cavalier blanc sur case blanche b1 · Dame blanche sur case blanche d1 · Tour blanche sur case noire e1 · Roi blanc sur case noire g1 | Tour noire sur case blanche a8 · Tour noire sur case noire f8 · Roi noir sur case blanche g8 · Fou noir sur case blanche b7 · Cavalier noir sur case blanche d7 · Dame noire sur case noire e7 · Pion noir sur case blanche f7 · Pion noir sur case noire g7 · Pion noir sur case noire d6 · Pion noir sur case noire h6 · Pion noir sur case noire c5 · Pion blanc sur case noire e5 · Pion noir sur case noire b4 · Cavalier noir sur case blanche e4 · Fou blanc sur case blanche b3 · Cavalier blanc sur case blanche f3 · Pion blanc sur case blanche h3 · Pion blanc sur case blanche a2 · Pion blanc sur case noire b2 · Pion blanc sur case noire f2 · Pion blanc sur case blanche g2 · Tour blanche sur case noire a1 · Cavalier blanc sur case blanche b1 · Dame blanche sur case blanche d1 · Tour blanche sur case noire e1 · Roi blanc sur case noire g1 | Tour noire sur case blanche a8 · Tour noire sur case noire f8 · Roi noir sur case blanche g8 · Fou noir sur case blanche b7 · Cavalier noir sur case blanche d7 · Dame noire sur case noire e7 · Pion noir sur case blanche f7 · Pion noir sur case noire g7 · Pion noir sur case noire d6 · Pion noir sur case noire h6 · Pion noir sur case noire c5 · Pion blanc sur case noire e5 · Pion noir sur case noire b4 · Cavalier noir sur case blanche e4 · Fou blanc sur case blanche b3 · Cavalier blanc sur case blanche f3 · Pion blanc sur case blanche h3 · Pion blanc sur case blanche a2 · Pion blanc sur case noire b2 · Pion blanc sur case noire f2 · Pion blanc sur case blanche g2 · Tour blanche sur case noire a1 · Cavalier blanc sur case blanche b1 · Dame blanche sur case blanche d1 · Tour blanche sur case noire e1 · Roi blanc sur case noire g1 | Tour noire sur case blanche a8 · Tour noire sur case noire f8 · Roi noir sur case blanche g8 · Fou noir sur case blanche b7 · Cavalier noir sur case blanche d7 · Dame noire sur case noire e7 · Pion noir sur case blanche f7 · Pion noir sur case noire g7 · Pion noir sur case noire d6 · Pion noir sur case noire h6 · Pion noir sur case noire c5 · Pion blanc sur case noire e5 · Pion noir sur case noire b4 · Cavalier noir sur case blanche e4 · Fou blanc sur case blanche b3 · Cavalier blanc sur case blanche f3 · Pion blanc sur case blanche h3 · Pion blanc sur case blanche a2 · Pion blanc sur case noire b2 · Pion blanc sur case noire f2 · Pion blanc sur case blanche g2 · Tour blanche sur case noire a1 · Cavalier blanc sur case blanche b1 · Dame blanche sur case blanche d1 · Tour blanche sur case noire e1 · Roi blanc sur case noire g1 | Tour noire sur case blanche a8 · Tour noire sur case noire f8 · Roi noir sur case blanche g8 · Fou noir sur case blanche b7 · Cavalier noir sur case blanche d7 · Dame noire sur case noire e7 · Pion noir sur case blanche f7 · Pion noir sur case noire g7 · Pion noir sur case noire d6 · Pion noir sur case noire h6 · Pion noir sur case noire c5 · Pion blanc sur case noire e5 · Pion noir sur case noire b4 · Cavalier noir sur case blanche e4 · Fou blanc sur case blanche b3 · Cavalier blanc sur case blanche f3 · Pion blanc sur case blanche h3 · Pion blanc sur case blanche a2 · Pion blanc sur case noire b2 · Pion blanc sur case noire f2 · Pion blanc sur case blanche g2 · Tour blanche sur case noire a1 · Cavalier blanc sur case blanche b1 · Dame blanche sur case blanche d1 · Tour blanche sur case noire e1 · Roi blanc sur case noire g1 | Tour noire sur case blanche a8 · Tour noire sur case noire f8 · Roi noir sur case blanche g8 · Fou noir sur case blanche b7 · Cavalier noir sur case blanche d7 · Dame noire sur case noire e7 · Pion noir sur case blanche f7 · Pion noir sur case noire g7 · Pion noir sur case noire d6 · Pion noir sur case noire h6 · Pion noir sur case noire c5 · Pion blanc sur case noire e5 · Pion noir sur case noire b4 · Cavalier noir sur case blanche e4 · Fou blanc sur case blanche b3 · Cavalier blanc sur case blanche f3 · Pion blanc sur case blanche h3 · Pion blanc sur case blanche a2 · Pion blanc sur case noire b2 · Pion blanc sur case noire f2 · Pion blanc sur case blanche g2 · Tour blanche sur case noire a1 · Cavalier blanc sur case blanche b1 · Dame blanche sur case blanche d1 · Tour blanche sur case noire e1 · Roi blanc sur case noire g1 | 2 |
| 1 | Tour noire sur case blanche a8 · Tour noire sur case noire f8 · Roi noir sur case blanche g8 · Fou noir sur case blanche b7 · Cavalier noir sur case blanche d7 · Dame noire sur case noire e7 · Pion noir sur case blanche f7 · Pion noir sur case noire g7 · Pion noir sur case noire d6 · Pion noir sur case noire h6 · Pion noir sur case noire c5 · Pion blanc sur case noire e5 · Pion noir sur case noire b4 · Cavalier noir sur case blanche e4 · Fou blanc sur case blanche b3 · Cavalier blanc sur case blanche f3 · Pion blanc sur case blanche h3 · Pion blanc sur case blanche a2 · Pion blanc sur case noire b2 · Pion blanc sur case noire f2 · Pion blanc sur case blanche g2 · Tour blanche sur case noire a1 · Cavalier blanc sur case blanche b1 · Dame blanche sur case blanche d1 · Tour blanche sur case noire e1 · Roi blanc sur case noire g1 | Tour noire sur case blanche a8 · Tour noire sur case noire f8 · Roi noir sur case blanche g8 · Fou noir sur case blanche b7 · Cavalier noir sur case blanche d7 · Dame noire sur case noire e7 · Pion noir sur case blanche f7 · Pion noir sur case noire g7 · Pion noir sur case noire d6 · Pion noir sur case noire h6 · Pion noir sur case noire c5 · Pion blanc sur case noire e5 · Pion noir sur case noire b4 · Cavalier noir sur case blanche e4 · Fou blanc sur case blanche b3 · Cavalier blanc sur case blanche f3 · Pion blanc sur case blanche h3 · Pion blanc sur case blanche a2 · Pion blanc sur case noire b2 · Pion blanc sur case noire f2 · Pion blanc sur case blanche g2 · Tour blanche sur case noire a1 · Cavalier blanc sur case blanche b1 · Dame blanche sur case blanche d1 · Tour blanche sur case noire e1 · Roi blanc sur case noire g1 | Tour noire sur case blanche a8 · Tour noire sur case noire f8 · Roi noir sur case blanche g8 · Fou noir sur case blanche b7 · Cavalier noir sur case blanche d7 · Dame noire sur case noire e7 · Pion noir sur case blanche f7 · Pion noir sur case noire g7 · Pion noir sur case noire d6 · Pion noir sur case noire h6 · Pion noir sur case noire c5 · Pion blanc sur case noire e5 · Pion noir sur case noire b4 · Cavalier noir sur case blanche e4 · Fou blanc sur case blanche b3 · Cavalier blanc sur case blanche f3 · Pion blanc sur case blanche h3 · Pion blanc sur case blanche a2 · Pion blanc sur case noire b2 · Pion blanc sur case noire f2 · Pion blanc sur case blanche g2 · Tour blanche sur case noire a1 · Cavalier blanc sur case blanche b1 · Dame blanche sur case blanche d1 · Tour blanche sur case noire e1 · Roi blanc sur case noire g1 | Tour noire sur case blanche a8 · Tour noire sur case noire f8 · Roi noir sur case blanche g8 · Fou noir sur case blanche b7 · Cavalier noir sur case blanche d7 · Dame noire sur case noire e7 · Pion noir sur case blanche f7 · Pion noir sur case noire g7 · Pion noir sur case noire d6 · Pion noir sur case noire h6 · Pion noir sur case noire c5 · Pion blanc sur case noire e5 · Pion noir sur case noire b4 · Cavalier noir sur case blanche e4 · Fou blanc sur case blanche b3 · Cavalier blanc sur case blanche f3 · Pion blanc sur case blanche h3 · Pion blanc sur case blanche a2 · Pion blanc sur case noire b2 · Pion blanc sur case noire f2 · Pion blanc sur case blanche g2 · Tour blanche sur case noire a1 · Cavalier blanc sur case blanche b1 · Dame blanche sur case blanche d1 · Tour blanche sur case noire e1 · Roi blanc sur case noire g1 | Tour noire sur case blanche a8 · Tour noire sur case noire f8 · Roi noir sur case blanche g8 · Fou noir sur case blanche b7 · Cavalier noir sur case blanche d7 · Dame noire sur case noire e7 · Pion noir sur case blanche f7 · Pion noir sur case noire g7 · Pion noir sur case noire d6 · Pion noir sur case noire h6 · Pion noir sur case noire c5 · Pion blanc sur case noire e5 · Pion noir sur case noire b4 · Cavalier noir sur case blanche e4 · Fou blanc sur case blanche b3 · Cavalier blanc sur case blanche f3 · Pion blanc sur case blanche h3 · Pion blanc sur case blanche a2 · Pion blanc sur case noire b2 · Pion blanc sur case noire f2 · Pion blanc sur case blanche g2 · Tour blanche sur case noire a1 · Cavalier blanc sur case blanche b1 · Dame blanche sur case blanche d1 · Tour blanche sur case noire e1 · Roi blanc sur case noire g1 | Tour noire sur case blanche a8 · Tour noire sur case noire f8 · Roi noir sur case blanche g8 · Fou noir sur case blanche b7 · Cavalier noir sur case blanche d7 · Dame noire sur case noire e7 · Pion noir sur case blanche f7 · Pion noir sur case noire g7 · Pion noir sur case noire d6 · Pion noir sur case noire h6 · Pion noir sur case noire c5 · Pion blanc sur case noire e5 · Pion noir sur case noire b4 · Cavalier noir sur case blanche e4 · Fou blanc sur case blanche b3 · Cavalier blanc sur case blanche f3 · Pion blanc sur case blanche h3 · Pion blanc sur case blanche a2 · Pion blanc sur case noire b2 · Pion blanc sur case noire f2 · Pion blanc sur case blanche g2 · Tour blanche sur case noire a1 · Cavalier blanc sur case blanche b1 · Dame blanche sur case blanche d1 · Tour blanche sur case noire e1 · Roi blanc sur case noire g1 | Tour noire sur case blanche a8 · Tour noire sur case noire f8 · Roi noir sur case blanche g8 · Fou noir sur case blanche b7 · Cavalier noir sur case blanche d7 · Dame noire sur case noire e7 · Pion noir sur case blanche f7 · Pion noir sur case noire g7 · Pion noir sur case noire d6 · Pion noir sur case noire h6 · Pion noir sur case noire c5 · Pion blanc sur case noire e5 · Pion noir sur case noire b4 · Cavalier noir sur case blanche e4 · Fou blanc sur case blanche b3 · Cavalier blanc sur case blanche f3 · Pion blanc sur case blanche h3 · Pion blanc sur case blanche a2 · Pion blanc sur case noire b2 · Pion blanc sur case noire f2 · Pion blanc sur case blanche g2 · Tour blanche sur case noire a1 · Cavalier blanc sur case blanche b1 · Dame blanche sur case blanche d1 · Tour blanche sur case noire e1 · Roi blanc sur case noire g1 | Tour noire sur case blanche a8 · Tour noire sur case noire f8 · Roi noir sur case blanche g8 · Fou noir sur case blanche b7 · Cavalier noir sur case blanche d7 · Dame noire sur case noire e7 · Pion noir sur case blanche f7 · Pion noir sur case noire g7 · Pion noir sur case noire d6 · Pion noir sur case noire h6 · Pion noir sur case noire c5 · Pion blanc sur case noire e5 · Pion noir sur case noire b4 · Cavalier noir sur case blanche e4 · Fou blanc sur case blanche b3 · Cavalier blanc sur case blanche f3 · Pion blanc sur case blanche h3 · Pion blanc sur case blanche a2 · Pion blanc sur case noire b2 · Pion blanc sur case noire f2 · Pion blanc sur case blanche g2 · Tour blanche sur case noire a1 · Cavalier blanc sur case blanche b1 · Dame blanche sur case blanche d1 · Tour blanche sur case noire e1 · Roi blanc sur case noire g1 | 1 |
|   | a | b | c | d | e | f | g | h |   |

4 novembre. Après 22...Cb6, Spassky avait un léger avantage. 
Fischer–Spassky, partie 29 ; Partie espagnole, Variante Breyer (ECO C95) 

1.e4 e5 2.Cf3 Cc6 3.Fb5 a6 4.Fa4 Cf6 5.0-0 Fe7 6.Te1 b5 7.Fb3 d6 8.c3 0-0 9.h3 Cb8 10.d4 Cbd7 11.c4 c6 12.cxb5 axb5 13.Cc3 Fb7 14.Fg5 b4 15.Cb1 h6 16.Fh4 c5 17.dxe5 Cxe4 18.Fxe7 Dxe7 (diagramme) 19.exd6 Df6 20.Cbd2 Cxd6 21.Cc4 Cxc4 22.Fxc4 Cb6 23.Ce5 Tae8 24.Fxf7+ Txf7 25.Cxf7 Txe1+ 26.Dxe1 Rxf7 27.De3 Dg5 28.Dxg5 hxg5 29.b3 Re6 30.a3 Rd6 31.axb4 cxb4 32.Ta5 Cd5 33.f3 Fc8 34.Rf2 Ff5 35.Ta7 g6 36.Ta6 Rc5 37.Re1 Cf4 38.g3 Cxh3 39.Rd2 Rb5 40.Td6 Rc5 41.Ta6 Cf2 42.g4 Fd3 43.Te6 Rd5 44.Tb6 Rc5 45.Te6 ½–½

#### Partie 30: Spassky 0 Fischer 1 (Est-indienne Sämisch Panno)
|   | a | b | c | d | e | f | g | h |   |
| 8 | Tour noire sur case blanche a8 · Fou noir sur case blanche c8 · Dame noire sur case noire d8 · Tour noire sur case noire f8 · Roi noir sur case blanche g8 · Pion noir sur case noire e7 · Pion noir sur case blanche f7 · Fou noir sur case noire g7 · Pion noir sur case noire b6 · Pion noir sur case noire d6 · Pion noir sur case blanche g6 · Pion noir sur case noire a5 · Cavalier noir sur case noire c5 · Pion blanc sur case blanche h5 · Pion blanc sur case blanche a4 · Cavalier noir sur case noire b4 · Pion blanc sur case blanche c4 · Cavalier blanc sur case noire d4 · Pion blanc sur case blanche e4 · Pion blanc sur case blanche g4 · Cavalier blanc sur case noire c3 · Fou blanc sur case noire e3 · Pion blanc sur case noire b2 · Fou blanc sur case blanche e2 · Tour blanche sur case noire a1 · Dame blanche sur case blanche d1 · Roi blanc sur case noire e1 · Tour blanche sur case blanche h1 | Tour noire sur case blanche a8 · Fou noir sur case blanche c8 · Dame noire sur case noire d8 · Tour noire sur case noire f8 · Roi noir sur case blanche g8 · Pion noir sur case noire e7 · Pion noir sur case blanche f7 · Fou noir sur case noire g7 · Pion noir sur case noire b6 · Pion noir sur case noire d6 · Pion noir sur case blanche g6 · Pion noir sur case noire a5 · Cavalier noir sur case noire c5 · Pion blanc sur case blanche h5 · Pion blanc sur case blanche a4 · Cavalier noir sur case noire b4 · Pion blanc sur case blanche c4 · Cavalier blanc sur case noire d4 · Pion blanc sur case blanche e4 · Pion blanc sur case blanche g4 · Cavalier blanc sur case noire c3 · Fou blanc sur case noire e3 · Pion blanc sur case noire b2 · Fou blanc sur case blanche e2 · Tour blanche sur case noire a1 · Dame blanche sur case blanche d1 · Roi blanc sur case noire e1 · Tour blanche sur case blanche h1 | Tour noire sur case blanche a8 · Fou noir sur case blanche c8 · Dame noire sur case noire d8 · Tour noire sur case noire f8 · Roi noir sur case blanche g8 · Pion noir sur case noire e7 · Pion noir sur case blanche f7 · Fou noir sur case noire g7 · Pion noir sur case noire b6 · Pion noir sur case noire d6 · Pion noir sur case blanche g6 · Pion noir sur case noire a5 · Cavalier noir sur case noire c5 · Pion blanc sur case blanche h5 · Pion blanc sur case blanche a4 · Cavalier noir sur case noire b4 · Pion blanc sur case blanche c4 · Cavalier blanc sur case noire d4 · Pion blanc sur case blanche e4 · Pion blanc sur case blanche g4 · Cavalier blanc sur case noire c3 · Fou blanc sur case noire e3 · Pion blanc sur case noire b2 · Fou blanc sur case blanche e2 · Tour blanche sur case noire a1 · Dame blanche sur case blanche d1 · Roi blanc sur case noire e1 · Tour blanche sur case blanche h1 | Tour noire sur case blanche a8 · Fou noir sur case blanche c8 · Dame noire sur case noire d8 · Tour noire sur case noire f8 · Roi noir sur case blanche g8 · Pion noir sur case noire e7 · Pion noir sur case blanche f7 · Fou noir sur case noire g7 · Pion noir sur case noire b6 · Pion noir sur case noire d6 · Pion noir sur case blanche g6 · Pion noir sur case noire a5 · Cavalier noir sur case noire c5 · Pion blanc sur case blanche h5 · Pion blanc sur case blanche a4 · Cavalier noir sur case noire b4 · Pion blanc sur case blanche c4 · Cavalier blanc sur case noire d4 · Pion blanc sur case blanche e4 · Pion blanc sur case blanche g4 · Cavalier blanc sur case noire c3 · Fou blanc sur case noire e3 · Pion blanc sur case noire b2 · Fou blanc sur case blanche e2 · Tour blanche sur case noire a1 · Dame blanche sur case blanche d1 · Roi blanc sur case noire e1 · Tour blanche sur case blanche h1 | Tour noire sur case blanche a8 · Fou noir sur case blanche c8 · Dame noire sur case noire d8 · Tour noire sur case noire f8 · Roi noir sur case blanche g8 · Pion noir sur case noire e7 · Pion noir sur case blanche f7 · Fou noir sur case noire g7 · Pion noir sur case noire b6 · Pion noir sur case noire d6 · Pion noir sur case blanche g6 · Pion noir sur case noire a5 · Cavalier noir sur case noire c5 · Pion blanc sur case blanche h5 · Pion blanc sur case blanche a4 · Cavalier noir sur case noire b4 · Pion blanc sur case blanche c4 · Cavalier blanc sur case noire d4 · Pion blanc sur case blanche e4 · Pion blanc sur case blanche g4 · Cavalier blanc sur case noire c3 · Fou blanc sur case noire e3 · Pion blanc sur case noire b2 · Fou blanc sur case blanche e2 · Tour blanche sur case noire a1 · Dame blanche sur case blanche d1 · Roi blanc sur case noire e1 · Tour blanche sur case blanche h1 | Tour noire sur case blanche a8 · Fou noir sur case blanche c8 · Dame noire sur case noire d8 · Tour noire sur case noire f8 · Roi noir sur case blanche g8 · Pion noir sur case noire e7 · Pion noir sur case blanche f7 · Fou noir sur case noire g7 · Pion noir sur case noire b6 · Pion noir sur case noire d6 · Pion noir sur case blanche g6 · Pion noir sur case noire a5 · Cavalier noir sur case noire c5 · Pion blanc sur case blanche h5 · Pion blanc sur case blanche a4 · Cavalier noir sur case noire b4 · Pion blanc sur case blanche c4 · Cavalier blanc sur case noire d4 · Pion blanc sur case blanche e4 · Pion blanc sur case blanche g4 · Cavalier blanc sur case noire c3 · Fou blanc sur case noire e3 · Pion blanc sur case noire b2 · Fou blanc sur case blanche e2 · Tour blanche sur case noire a1 · Dame blanche sur case blanche d1 · Roi blanc sur case noire e1 · Tour blanche sur case blanche h1 | Tour noire sur case blanche a8 · Fou noir sur case blanche c8 · Dame noire sur case noire d8 · Tour noire sur case noire f8 · Roi noir sur case blanche g8 · Pion noir sur case noire e7 · Pion noir sur case blanche f7 · Fou noir sur case noire g7 · Pion noir sur case noire b6 · Pion noir sur case noire d6 · Pion noir sur case blanche g6 · Pion noir sur case noire a5 · Cavalier noir sur case noire c5 · Pion blanc sur case blanche h5 · Pion blanc sur case blanche a4 · Cavalier noir sur case noire b4 · Pion blanc sur case blanche c4 · Cavalier blanc sur case noire d4 · Pion blanc sur case blanche e4 · Pion blanc sur case blanche g4 · Cavalier blanc sur case noire c3 · Fou blanc sur case noire e3 · Pion blanc sur case noire b2 · Fou blanc sur case blanche e2 · Tour blanche sur case noire a1 · Dame blanche sur case blanche d1 · Roi blanc sur case noire e1 · Tour blanche sur case blanche h1 | Tour noire sur case blanche a8 · Fou noir sur case blanche c8 · Dame noire sur case noire d8 · Tour noire sur case noire f8 · Roi noir sur case blanche g8 · Pion noir sur case noire e7 · Pion noir sur case blanche f7 · Fou noir sur case noire g7 · Pion noir sur case noire b6 · Pion noir sur case noire d6 · Pion noir sur case blanche g6 · Pion noir sur case noire a5 · Cavalier noir sur case noire c5 · Pion blanc sur case blanche h5 · Pion blanc sur case blanche a4 · Cavalier noir sur case noire b4 · Pion blanc sur case blanche c4 · Cavalier blanc sur case noire d4 · Pion blanc sur case blanche e4 · Pion blanc sur case blanche g4 · Cavalier blanc sur case noire c3 · Fou blanc sur case noire e3 · Pion blanc sur case noire b2 · Fou blanc sur case blanche e2 · Tour blanche sur case noire a1 · Dame blanche sur case blanche d1 · Roi blanc sur case noire e1 · Tour blanche sur case blanche h1 | 8 |
| 7 | Tour noire sur case blanche a8 · Fou noir sur case blanche c8 · Dame noire sur case noire d8 · Tour noire sur case noire f8 · Roi noir sur case blanche g8 · Pion noir sur case noire e7 · Pion noir sur case blanche f7 · Fou noir sur case noire g7 · Pion noir sur case noire b6 · Pion noir sur case noire d6 · Pion noir sur case blanche g6 · Pion noir sur case noire a5 · Cavalier noir sur case noire c5 · Pion blanc sur case blanche h5 · Pion blanc sur case blanche a4 · Cavalier noir sur case noire b4 · Pion blanc sur case blanche c4 · Cavalier blanc sur case noire d4 · Pion blanc sur case blanche e4 · Pion blanc sur case blanche g4 · Cavalier blanc sur case noire c3 · Fou blanc sur case noire e3 · Pion blanc sur case noire b2 · Fou blanc sur case blanche e2 · Tour blanche sur case noire a1 · Dame blanche sur case blanche d1 · Roi blanc sur case noire e1 · Tour blanche sur case blanche h1 | Tour noire sur case blanche a8 · Fou noir sur case blanche c8 · Dame noire sur case noire d8 · Tour noire sur case noire f8 · Roi noir sur case blanche g8 · Pion noir sur case noire e7 · Pion noir sur case blanche f7 · Fou noir sur case noire g7 · Pion noir sur case noire b6 · Pion noir sur case noire d6 · Pion noir sur case blanche g6 · Pion noir sur case noire a5 · Cavalier noir sur case noire c5 · Pion blanc sur case blanche h5 · Pion blanc sur case blanche a4 · Cavalier noir sur case noire b4 · Pion blanc sur case blanche c4 · Cavalier blanc sur case noire d4 · Pion blanc sur case blanche e4 · Pion blanc sur case blanche g4 · Cavalier blanc sur case noire c3 · Fou blanc sur case noire e3 · Pion blanc sur case noire b2 · Fou blanc sur case blanche e2 · Tour blanche sur case noire a1 · Dame blanche sur case blanche d1 · Roi blanc sur case noire e1 · Tour blanche sur case blanche h1 | Tour noire sur case blanche a8 · Fou noir sur case blanche c8 · Dame noire sur case noire d8 · Tour noire sur case noire f8 · Roi noir sur case blanche g8 · Pion noir sur case noire e7 · Pion noir sur case blanche f7 · Fou noir sur case noire g7 · Pion noir sur case noire b6 · Pion noir sur case noire d6 · Pion noir sur case blanche g6 · Pion noir sur case noire a5 · Cavalier noir sur case noire c5 · Pion blanc sur case blanche h5 · Pion blanc sur case blanche a4 · Cavalier noir sur case noire b4 · Pion blanc sur case blanche c4 · Cavalier blanc sur case noire d4 · Pion blanc sur case blanche e4 · Pion blanc sur case blanche g4 · Cavalier blanc sur case noire c3 · Fou blanc sur case noire e3 · Pion blanc sur case noire b2 · Fou blanc sur case blanche e2 · Tour blanche sur case noire a1 · Dame blanche sur case blanche d1 · Roi blanc sur case noire e1 · Tour blanche sur case blanche h1 | Tour noire sur case blanche a8 · Fou noir sur case blanche c8 · Dame noire sur case noire d8 · Tour noire sur case noire f8 · Roi noir sur case blanche g8 · Pion noir sur case noire e7 · Pion noir sur case blanche f7 · Fou noir sur case noire g7 · Pion noir sur case noire b6 · Pion noir sur case noire d6 · Pion noir sur case blanche g6 · Pion noir sur case noire a5 · Cavalier noir sur case noire c5 · Pion blanc sur case blanche h5 · Pion blanc sur case blanche a4 · Cavalier noir sur case noire b4 · Pion blanc sur case blanche c4 · Cavalier blanc sur case noire d4 · Pion blanc sur case blanche e4 · Pion blanc sur case blanche g4 · Cavalier blanc sur case noire c3 · Fou blanc sur case noire e3 · Pion blanc sur case noire b2 · Fou blanc sur case blanche e2 · Tour blanche sur case noire a1 · Dame blanche sur case blanche d1 · Roi blanc sur case noire e1 · Tour blanche sur case blanche h1 | Tour noire sur case blanche a8 · Fou noir sur case blanche c8 · Dame noire sur case noire d8 · Tour noire sur case noire f8 · Roi noir sur case blanche g8 · Pion noir sur case noire e7 · Pion noir sur case blanche f7 · Fou noir sur case noire g7 · Pion noir sur case noire b6 · Pion noir sur case noire d6 · Pion noir sur case blanche g6 · Pion noir sur case noire a5 · Cavalier noir sur case noire c5 · Pion blanc sur case blanche h5 · Pion blanc sur case blanche a4 · Cavalier noir sur case noire b4 · Pion blanc sur case blanche c4 · Cavalier blanc sur case noire d4 · Pion blanc sur case blanche e4 · Pion blanc sur case blanche g4 · Cavalier blanc sur case noire c3 · Fou blanc sur case noire e3 · Pion blanc sur case noire b2 · Fou blanc sur case blanche e2 · Tour blanche sur case noire a1 · Dame blanche sur case blanche d1 · Roi blanc sur case noire e1 · Tour blanche sur case blanche h1 | Tour noire sur case blanche a8 · Fou noir sur case blanche c8 · Dame noire sur case noire d8 · Tour noire sur case noire f8 · Roi noir sur case blanche g8 · Pion noir sur case noire e7 · Pion noir sur case blanche f7 · Fou noir sur case noire g7 · Pion noir sur case noire b6 · Pion noir sur case noire d6 · Pion noir sur case blanche g6 · Pion noir sur case noire a5 · Cavalier noir sur case noire c5 · Pion blanc sur case blanche h5 · Pion blanc sur case blanche a4 · Cavalier noir sur case noire b4 · Pion blanc sur case blanche c4 · Cavalier blanc sur case noire d4 · Pion blanc sur case blanche e4 · Pion blanc sur case blanche g4 · Cavalier blanc sur case noire c3 · Fou blanc sur case noire e3 · Pion blanc sur case noire b2 · Fou blanc sur case blanche e2 · Tour blanche sur case noire a1 · Dame blanche sur case blanche d1 · Roi blanc sur case noire e1 · Tour blanche sur case blanche h1 | Tour noire sur case blanche a8 · Fou noir sur case blanche c8 · Dame noire sur case noire d8 · Tour noire sur case noire f8 · Roi noir sur case blanche g8 · Pion noir sur case noire e7 · Pion noir sur case blanche f7 · Fou noir sur case noire g7 · Pion noir sur case noire b6 · Pion noir sur case noire d6 · Pion noir sur case blanche g6 · Pion noir sur case noire a5 · Cavalier noir sur case noire c5 · Pion blanc sur case blanche h5 · Pion blanc sur case blanche a4 · Cavalier noir sur case noire b4 · Pion blanc sur case blanche c4 · Cavalier blanc sur case noire d4 · Pion blanc sur case blanche e4 · Pion blanc sur case blanche g4 · Cavalier blanc sur case noire c3 · Fou blanc sur case noire e3 · Pion blanc sur case noire b2 · Fou blanc sur case blanche e2 · Tour blanche sur case noire a1 · Dame blanche sur case blanche d1 · Roi blanc sur case noire e1 · Tour blanche sur case blanche h1 | Tour noire sur case blanche a8 · Fou noir sur case blanche c8 · Dame noire sur case noire d8 · Tour noire sur case noire f8 · Roi noir sur case blanche g8 · Pion noir sur case noire e7 · Pion noir sur case blanche f7 · Fou noir sur case noire g7 · Pion noir sur case noire b6 · Pion noir sur case noire d6 · Pion noir sur case blanche g6 · Pion noir sur case noire a5 · Cavalier noir sur case noire c5 · Pion blanc sur case blanche h5 · Pion blanc sur case blanche a4 · Cavalier noir sur case noire b4 · Pion blanc sur case blanche c4 · Cavalier blanc sur case noire d4 · Pion blanc sur case blanche e4 · Pion blanc sur case blanche g4 · Cavalier blanc sur case noire c3 · Fou blanc sur case noire e3 · Pion blanc sur case noire b2 · Fou blanc sur case blanche e2 · Tour blanche sur case noire a1 · Dame blanche sur case blanche d1 · Roi blanc sur case noire e1 · Tour blanche sur case blanche h1 | 7 |
| 6 | Tour noire sur case blanche a8 · Fou noir sur case blanche c8 · Dame noire sur case noire d8 · Tour noire sur case noire f8 · Roi noir sur case blanche g8 · Pion noir sur case noire e7 · Pion noir sur case blanche f7 · Fou noir sur case noire g7 · Pion noir sur case noire b6 · Pion noir sur case noire d6 · Pion noir sur case blanche g6 · Pion noir sur case noire a5 · Cavalier noir sur case noire c5 · Pion blanc sur case blanche h5 · Pion blanc sur case blanche a4 · Cavalier noir sur case noire b4 · Pion blanc sur case blanche c4 · Cavalier blanc sur case noire d4 · Pion blanc sur case blanche e4 · Pion blanc sur case blanche g4 · Cavalier blanc sur case noire c3 · Fou blanc sur case noire e3 · Pion blanc sur case noire b2 · Fou blanc sur case blanche e2 · Tour blanche sur case noire a1 · Dame blanche sur case blanche d1 · Roi blanc sur case noire e1 · Tour blanche sur case blanche h1 | Tour noire sur case blanche a8 · Fou noir sur case blanche c8 · Dame noire sur case noire d8 · Tour noire sur case noire f8 · Roi noir sur case blanche g8 · Pion noir sur case noire e7 · Pion noir sur case blanche f7 · Fou noir sur case noire g7 · Pion noir sur case noire b6 · Pion noir sur case noire d6 · Pion noir sur case blanche g6 · Pion noir sur case noire a5 · Cavalier noir sur case noire c5 · Pion blanc sur case blanche h5 · Pion blanc sur case blanche a4 · Cavalier noir sur case noire b4 · Pion blanc sur case blanche c4 · Cavalier blanc sur case noire d4 · Pion blanc sur case blanche e4 · Pion blanc sur case blanche g4 · Cavalier blanc sur case noire c3 · Fou blanc sur case noire e3 · Pion blanc sur case noire b2 · Fou blanc sur case blanche e2 · Tour blanche sur case noire a1 · Dame blanche sur case blanche d1 · Roi blanc sur case noire e1 · Tour blanche sur case blanche h1 | Tour noire sur case blanche a8 · Fou noir sur case blanche c8 · Dame noire sur case noire d8 · Tour noire sur case noire f8 · Roi noir sur case blanche g8 · Pion noir sur case noire e7 · Pion noir sur case blanche f7 · Fou noir sur case noire g7 · Pion noir sur case noire b6 · Pion noir sur case noire d6 · Pion noir sur case blanche g6 · Pion noir sur case noire a5 · Cavalier noir sur case noire c5 · Pion blanc sur case blanche h5 · Pion blanc sur case blanche a4 · Cavalier noir sur case noire b4 · Pion blanc sur case blanche c4 · Cavalier blanc sur case noire d4 · Pion blanc sur case blanche e4 · Pion blanc sur case blanche g4 · Cavalier blanc sur case noire c3 · Fou blanc sur case noire e3 · Pion blanc sur case noire b2 · Fou blanc sur case blanche e2 · Tour blanche sur case noire a1 · Dame blanche sur case blanche d1 · Roi blanc sur case noire e1 · Tour blanche sur case blanche h1 | Tour noire sur case blanche a8 · Fou noir sur case blanche c8 · Dame noire sur case noire d8 · Tour noire sur case noire f8 · Roi noir sur case blanche g8 · Pion noir sur case noire e7 · Pion noir sur case blanche f7 · Fou noir sur case noire g7 · Pion noir sur case noire b6 · Pion noir sur case noire d6 · Pion noir sur case blanche g6 · Pion noir sur case noire a5 · Cavalier noir sur case noire c5 · Pion blanc sur case blanche h5 · Pion blanc sur case blanche a4 · Cavalier noir sur case noire b4 · Pion blanc sur case blanche c4 · Cavalier blanc sur case noire d4 · Pion blanc sur case blanche e4 · Pion blanc sur case blanche g4 · Cavalier blanc sur case noire c3 · Fou blanc sur case noire e3 · Pion blanc sur case noire b2 · Fou blanc sur case blanche e2 · Tour blanche sur case noire a1 · Dame blanche sur case blanche d1 · Roi blanc sur case noire e1 · Tour blanche sur case blanche h1 | Tour noire sur case blanche a8 · Fou noir sur case blanche c8 · Dame noire sur case noire d8 · Tour noire sur case noire f8 · Roi noir sur case blanche g8 · Pion noir sur case noire e7 · Pion noir sur case blanche f7 · Fou noir sur case noire g7 · Pion noir sur case noire b6 · Pion noir sur case noire d6 · Pion noir sur case blanche g6 · Pion noir sur case noire a5 · Cavalier noir sur case noire c5 · Pion blanc sur case blanche h5 · Pion blanc sur case blanche a4 · Cavalier noir sur case noire b4 · Pion blanc sur case blanche c4 · Cavalier blanc sur case noire d4 · Pion blanc sur case blanche e4 · Pion blanc sur case blanche g4 · Cavalier blanc sur case noire c3 · Fou blanc sur case noire e3 · Pion blanc sur case noire b2 · Fou blanc sur case blanche e2 · Tour blanche sur case noire a1 · Dame blanche sur case blanche d1 · Roi blanc sur case noire e1 · Tour blanche sur case blanche h1 | Tour noire sur case blanche a8 · Fou noir sur case blanche c8 · Dame noire sur case noire d8 · Tour noire sur case noire f8 · Roi noir sur case blanche g8 · Pion noir sur case noire e7 · Pion noir sur case blanche f7 · Fou noir sur case noire g7 · Pion noir sur case noire b6 · Pion noir sur case noire d6 · Pion noir sur case blanche g6 · Pion noir sur case noire a5 · Cavalier noir sur case noire c5 · Pion blanc sur case blanche h5 · Pion blanc sur case blanche a4 · Cavalier noir sur case noire b4 · Pion blanc sur case blanche c4 · Cavalier blanc sur case noire d4 · Pion blanc sur case blanche e4 · Pion blanc sur case blanche g4 · Cavalier blanc sur case noire c3 · Fou blanc sur case noire e3 · Pion blanc sur case noire b2 · Fou blanc sur case blanche e2 · Tour blanche sur case noire a1 · Dame blanche sur case blanche d1 · Roi blanc sur case noire e1 · Tour blanche sur case blanche h1 | Tour noire sur case blanche a8 · Fou noir sur case blanche c8 · Dame noire sur case noire d8 · Tour noire sur case noire f8 · Roi noir sur case blanche g8 · Pion noir sur case noire e7 · Pion noir sur case blanche f7 · Fou noir sur case noire g7 · Pion noir sur case noire b6 · Pion noir sur case noire d6 · Pion noir sur case blanche g6 · Pion noir sur case noire a5 · Cavalier noir sur case noire c5 · Pion blanc sur case blanche h5 · Pion blanc sur case blanche a4 · Cavalier noir sur case noire b4 · Pion blanc sur case blanche c4 · Cavalier blanc sur case noire d4 · Pion blanc sur case blanche e4 · Pion blanc sur case blanche g4 · Cavalier blanc sur case noire c3 · Fou blanc sur case noire e3 · Pion blanc sur case noire b2 · Fou blanc sur case blanche e2 · Tour blanche sur case noire a1 · Dame blanche sur case blanche d1 · Roi blanc sur case noire e1 · Tour blanche sur case blanche h1 | Tour noire sur case blanche a8 · Fou noir sur case blanche c8 · Dame noire sur case noire d8 · Tour noire sur case noire f8 · Roi noir sur case blanche g8 · Pion noir sur case noire e7 · Pion noir sur case blanche f7 · Fou noir sur case noire g7 · Pion noir sur case noire b6 · Pion noir sur case noire d6 · Pion noir sur case blanche g6 · Pion noir sur case noire a5 · Cavalier noir sur case noire c5 · Pion blanc sur case blanche h5 · Pion blanc sur case blanche a4 · Cavalier noir sur case noire b4 · Pion blanc sur case blanche c4 · Cavalier blanc sur case noire d4 · Pion blanc sur case blanche e4 · Pion blanc sur case blanche g4 · Cavalier blanc sur case noire c3 · Fou blanc sur case noire e3 · Pion blanc sur case noire b2 · Fou blanc sur case blanche e2 · Tour blanche sur case noire a1 · Dame blanche sur case blanche d1 · Roi blanc sur case noire e1 · Tour blanche sur case blanche h1 | 6 |
| 5 | Tour noire sur case blanche a8 · Fou noir sur case blanche c8 · Dame noire sur case noire d8 · Tour noire sur case noire f8 · Roi noir sur case blanche g8 · Pion noir sur case noire e7 · Pion noir sur case blanche f7 · Fou noir sur case noire g7 · Pion noir sur case noire b6 · Pion noir sur case noire d6 · Pion noir sur case blanche g6 · Pion noir sur case noire a5 · Cavalier noir sur case noire c5 · Pion blanc sur case blanche h5 · Pion blanc sur case blanche a4 · Cavalier noir sur case noire b4 · Pion blanc sur case blanche c4 · Cavalier blanc sur case noire d4 · Pion blanc sur case blanche e4 · Pion blanc sur case blanche g4 · Cavalier blanc sur case noire c3 · Fou blanc sur case noire e3 · Pion blanc sur case noire b2 · Fou blanc sur case blanche e2 · Tour blanche sur case noire a1 · Dame blanche sur case blanche d1 · Roi blanc sur case noire e1 · Tour blanche sur case blanche h1 | Tour noire sur case blanche a8 · Fou noir sur case blanche c8 · Dame noire sur case noire d8 · Tour noire sur case noire f8 · Roi noir sur case blanche g8 · Pion noir sur case noire e7 · Pion noir sur case blanche f7 · Fou noir sur case noire g7 · Pion noir sur case noire b6 · Pion noir sur case noire d6 · Pion noir sur case blanche g6 · Pion noir sur case noire a5 · Cavalier noir sur case noire c5 · Pion blanc sur case blanche h5 · Pion blanc sur case blanche a4 · Cavalier noir sur case noire b4 · Pion blanc sur case blanche c4 · Cavalier blanc sur case noire d4 · Pion blanc sur case blanche e4 · Pion blanc sur case blanche g4 · Cavalier blanc sur case noire c3 · Fou blanc sur case noire e3 · Pion blanc sur case noire b2 · Fou blanc sur case blanche e2 · Tour blanche sur case noire a1 · Dame blanche sur case blanche d1 · Roi blanc sur case noire e1 · Tour blanche sur case blanche h1 | Tour noire sur case blanche a8 · Fou noir sur case blanche c8 · Dame noire sur case noire d8 · Tour noire sur case noire f8 · Roi noir sur case blanche g8 · Pion noir sur case noire e7 · Pion noir sur case blanche f7 · Fou noir sur case noire g7 · Pion noir sur case noire b6 · Pion noir sur case noire d6 · Pion noir sur case blanche g6 · Pion noir sur case noire a5 · Cavalier noir sur case noire c5 · Pion blanc sur case blanche h5 · Pion blanc sur case blanche a4 · Cavalier noir sur case noire b4 · Pion blanc sur case blanche c4 · Cavalier blanc sur case noire d4 · Pion blanc sur case blanche e4 · Pion blanc sur case blanche g4 · Cavalier blanc sur case noire c3 · Fou blanc sur case noire e3 · Pion blanc sur case noire b2 · Fou blanc sur case blanche e2 · Tour blanche sur case noire a1 · Dame blanche sur case blanche d1 · Roi blanc sur case noire e1 · Tour blanche sur case blanche h1 | Tour noire sur case blanche a8 · Fou noir sur case blanche c8 · Dame noire sur case noire d8 · Tour noire sur case noire f8 · Roi noir sur case blanche g8 · Pion noir sur case noire e7 · Pion noir sur case blanche f7 · Fou noir sur case noire g7 · Pion noir sur case noire b6 · Pion noir sur case noire d6 · Pion noir sur case blanche g6 · Pion noir sur case noire a5 · Cavalier noir sur case noire c5 · Pion blanc sur case blanche h5 · Pion blanc sur case blanche a4 · Cavalier noir sur case noire b4 · Pion blanc sur case blanche c4 · Cavalier blanc sur case noire d4 · Pion blanc sur case blanche e4 · Pion blanc sur case blanche g4 · Cavalier blanc sur case noire c3 · Fou blanc sur case noire e3 · Pion blanc sur case noire b2 · Fou blanc sur case blanche e2 · Tour blanche sur case noire a1 · Dame blanche sur case blanche d1 · Roi blanc sur case noire e1 · Tour blanche sur case blanche h1 | Tour noire sur case blanche a8 · Fou noir sur case blanche c8 · Dame noire sur case noire d8 · Tour noire sur case noire f8 · Roi noir sur case blanche g8 · Pion noir sur case noire e7 · Pion noir sur case blanche f7 · Fou noir sur case noire g7 · Pion noir sur case noire b6 · Pion noir sur case noire d6 · Pion noir sur case blanche g6 · Pion noir sur case noire a5 · Cavalier noir sur case noire c5 · Pion blanc sur case blanche h5 · Pion blanc sur case blanche a4 · Cavalier noir sur case noire b4 · Pion blanc sur case blanche c4 · Cavalier blanc sur case noire d4 · Pion blanc sur case blanche e4 · Pion blanc sur case blanche g4 · Cavalier blanc sur case noire c3 · Fou blanc sur case noire e3 · Pion blanc sur case noire b2 · Fou blanc sur case blanche e2 · Tour blanche sur case noire a1 · Dame blanche sur case blanche d1 · Roi blanc sur case noire e1 · Tour blanche sur case blanche h1 | Tour noire sur case blanche a8 · Fou noir sur case blanche c8 · Dame noire sur case noire d8 · Tour noire sur case noire f8 · Roi noir sur case blanche g8 · Pion noir sur case noire e7 · Pion noir sur case blanche f7 · Fou noir sur case noire g7 · Pion noir sur case noire b6 · Pion noir sur case noire d6 · Pion noir sur case blanche g6 · Pion noir sur case noire a5 · Cavalier noir sur case noire c5 · Pion blanc sur case blanche h5 · Pion blanc sur case blanche a4 · Cavalier noir sur case noire b4 · Pion blanc sur case blanche c4 · Cavalier blanc sur case noire d4 · Pion blanc sur case blanche e4 · Pion blanc sur case blanche g4 · Cavalier blanc sur case noire c3 · Fou blanc sur case noire e3 · Pion blanc sur case noire b2 · Fou blanc sur case blanche e2 · Tour blanche sur case noire a1 · Dame blanche sur case blanche d1 · Roi blanc sur case noire e1 · Tour blanche sur case blanche h1 | Tour noire sur case blanche a8 · Fou noir sur case blanche c8 · Dame noire sur case noire d8 · Tour noire sur case noire f8 · Roi noir sur case blanche g8 · Pion noir sur case noire e7 · Pion noir sur case blanche f7 · Fou noir sur case noire g7 · Pion noir sur case noire b6 · Pion noir sur case noire d6 · Pion noir sur case blanche g6 · Pion noir sur case noire a5 · Cavalier noir sur case noire c5 · Pion blanc sur case blanche h5 · Pion blanc sur case blanche a4 · Cavalier noir sur case noire b4 · Pion blanc sur case blanche c4 · Cavalier blanc sur case noire d4 · Pion blanc sur case blanche e4 · Pion blanc sur case blanche g4 · Cavalier blanc sur case noire c3 · Fou blanc sur case noire e3 · Pion blanc sur case noire b2 · Fou blanc sur case blanche e2 · Tour blanche sur case noire a1 · Dame blanche sur case blanche d1 · Roi blanc sur case noire e1 · Tour blanche sur case blanche h1 | Tour noire sur case blanche a8 · Fou noir sur case blanche c8 · Dame noire sur case noire d8 · Tour noire sur case noire f8 · Roi noir sur case blanche g8 · Pion noir sur case noire e7 · Pion noir sur case blanche f7 · Fou noir sur case noire g7 · Pion noir sur case noire b6 · Pion noir sur case noire d6 · Pion noir sur case blanche g6 · Pion noir sur case noire a5 · Cavalier noir sur case noire c5 · Pion blanc sur case blanche h5 · Pion blanc sur case blanche a4 · Cavalier noir sur case noire b4 · Pion blanc sur case blanche c4 · Cavalier blanc sur case noire d4 · Pion blanc sur case blanche e4 · Pion blanc sur case blanche g4 · Cavalier blanc sur case noire c3 · Fou blanc sur case noire e3 · Pion blanc sur case noire b2 · Fou blanc sur case blanche e2 · Tour blanche sur case noire a1 · Dame blanche sur case blanche d1 · Roi blanc sur case noire e1 · Tour blanche sur case blanche h1 | 5 |
| 4 | Tour noire sur case blanche a8 · Fou noir sur case blanche c8 · Dame noire sur case noire d8 · Tour noire sur case noire f8 · Roi noir sur case blanche g8 · Pion noir sur case noire e7 · Pion noir sur case blanche f7 · Fou noir sur case noire g7 · Pion noir sur case noire b6 · Pion noir sur case noire d6 · Pion noir sur case blanche g6 · Pion noir sur case noire a5 · Cavalier noir sur case noire c5 · Pion blanc sur case blanche h5 · Pion blanc sur case blanche a4 · Cavalier noir sur case noire b4 · Pion blanc sur case blanche c4 · Cavalier blanc sur case noire d4 · Pion blanc sur case blanche e4 · Pion blanc sur case blanche g4 · Cavalier blanc sur case noire c3 · Fou blanc sur case noire e3 · Pion blanc sur case noire b2 · Fou blanc sur case blanche e2 · Tour blanche sur case noire a1 · Dame blanche sur case blanche d1 · Roi blanc sur case noire e1 · Tour blanche sur case blanche h1 | Tour noire sur case blanche a8 · Fou noir sur case blanche c8 · Dame noire sur case noire d8 · Tour noire sur case noire f8 · Roi noir sur case blanche g8 · Pion noir sur case noire e7 · Pion noir sur case blanche f7 · Fou noir sur case noire g7 · Pion noir sur case noire b6 · Pion noir sur case noire d6 · Pion noir sur case blanche g6 · Pion noir sur case noire a5 · Cavalier noir sur case noire c5 · Pion blanc sur case blanche h5 · Pion blanc sur case blanche a4 · Cavalier noir sur case noire b4 · Pion blanc sur case blanche c4 · Cavalier blanc sur case noire d4 · Pion blanc sur case blanche e4 · Pion blanc sur case blanche g4 · Cavalier blanc sur case noire c3 · Fou blanc sur case noire e3 · Pion blanc sur case noire b2 · Fou blanc sur case blanche e2 · Tour blanche sur case noire a1 · Dame blanche sur case blanche d1 · Roi blanc sur case noire e1 · Tour blanche sur case blanche h1 | Tour noire sur case blanche a8 · Fou noir sur case blanche c8 · Dame noire sur case noire d8 · Tour noire sur case noire f8 · Roi noir sur case blanche g8 · Pion noir sur case noire e7 · Pion noir sur case blanche f7 · Fou noir sur case noire g7 · Pion noir sur case noire b6 · Pion noir sur case noire d6 · Pion noir sur case blanche g6 · Pion noir sur case noire a5 · Cavalier noir sur case noire c5 · Pion blanc sur case blanche h5 · Pion blanc sur case blanche a4 · Cavalier noir sur case noire b4 · Pion blanc sur case blanche c4 · Cavalier blanc sur case noire d4 · Pion blanc sur case blanche e4 · Pion blanc sur case blanche g4 · Cavalier blanc sur case noire c3 · Fou blanc sur case noire e3 · Pion blanc sur case noire b2 · Fou blanc sur case blanche e2 · Tour blanche sur case noire a1 · Dame blanche sur case blanche d1 · Roi blanc sur case noire e1 · Tour blanche sur case blanche h1 | Tour noire sur case blanche a8 · Fou noir sur case blanche c8 · Dame noire sur case noire d8 · Tour noire sur case noire f8 · Roi noir sur case blanche g8 · Pion noir sur case noire e7 · Pion noir sur case blanche f7 · Fou noir sur case noire g7 · Pion noir sur case noire b6 · Pion noir sur case noire d6 · Pion noir sur case blanche g6 · Pion noir sur case noire a5 · Cavalier noir sur case noire c5 · Pion blanc sur case blanche h5 · Pion blanc sur case blanche a4 · Cavalier noir sur case noire b4 · Pion blanc sur case blanche c4 · Cavalier blanc sur case noire d4 · Pion blanc sur case blanche e4 · Pion blanc sur case blanche g4 · Cavalier blanc sur case noire c3 · Fou blanc sur case noire e3 · Pion blanc sur case noire b2 · Fou blanc sur case blanche e2 · Tour blanche sur case noire a1 · Dame blanche sur case blanche d1 · Roi blanc sur case noire e1 · Tour blanche sur case blanche h1 | Tour noire sur case blanche a8 · Fou noir sur case blanche c8 · Dame noire sur case noire d8 · Tour noire sur case noire f8 · Roi noir sur case blanche g8 · Pion noir sur case noire e7 · Pion noir sur case blanche f7 · Fou noir sur case noire g7 · Pion noir sur case noire b6 · Pion noir sur case noire d6 · Pion noir sur case blanche g6 · Pion noir sur case noire a5 · Cavalier noir sur case noire c5 · Pion blanc sur case blanche h5 · Pion blanc sur case blanche a4 · Cavalier noir sur case noire b4 · Pion blanc sur case blanche c4 · Cavalier blanc sur case noire d4 · Pion blanc sur case blanche e4 · Pion blanc sur case blanche g4 · Cavalier blanc sur case noire c3 · Fou blanc sur case noire e3 · Pion blanc sur case noire b2 · Fou blanc sur case blanche e2 · Tour blanche sur case noire a1 · Dame blanche sur case blanche d1 · Roi blanc sur case noire e1 · Tour blanche sur case blanche h1 | Tour noire sur case blanche a8 · Fou noir sur case blanche c8 · Dame noire sur case noire d8 · Tour noire sur case noire f8 · Roi noir sur case blanche g8 · Pion noir sur case noire e7 · Pion noir sur case blanche f7 · Fou noir sur case noire g7 · Pion noir sur case noire b6 · Pion noir sur case noire d6 · Pion noir sur case blanche g6 · Pion noir sur case noire a5 · Cavalier noir sur case noire c5 · Pion blanc sur case blanche h5 · Pion blanc sur case blanche a4 · Cavalier noir sur case noire b4 · Pion blanc sur case blanche c4 · Cavalier blanc sur case noire d4 · Pion blanc sur case blanche e4 · Pion blanc sur case blanche g4 · Cavalier blanc sur case noire c3 · Fou blanc sur case noire e3 · Pion blanc sur case noire b2 · Fou blanc sur case blanche e2 · Tour blanche sur case noire a1 · Dame blanche sur case blanche d1 · Roi blanc sur case noire e1 · Tour blanche sur case blanche h1 | Tour noire sur case blanche a8 · Fou noir sur case blanche c8 · Dame noire sur case noire d8 · Tour noire sur case noire f8 · Roi noir sur case blanche g8 · Pion noir sur case noire e7 · Pion noir sur case blanche f7 · Fou noir sur case noire g7 · Pion noir sur case noire b6 · Pion noir sur case noire d6 · Pion noir sur case blanche g6 · Pion noir sur case noire a5 · Cavalier noir sur case noire c5 · Pion blanc sur case blanche h5 · Pion blanc sur case blanche a4 · Cavalier noir sur case noire b4 · Pion blanc sur case blanche c4 · Cavalier blanc sur case noire d4 · Pion blanc sur case blanche e4 · Pion blanc sur case blanche g4 · Cavalier blanc sur case noire c3 · Fou blanc sur case noire e3 · Pion blanc sur case noire b2 · Fou blanc sur case blanche e2 · Tour blanche sur case noire a1 · Dame blanche sur case blanche d1 · Roi blanc sur case noire e1 · Tour blanche sur case blanche h1 | Tour noire sur case blanche a8 · Fou noir sur case blanche c8 · Dame noire sur case noire d8 · Tour noire sur case noire f8 · Roi noir sur case blanche g8 · Pion noir sur case noire e7 · Pion noir sur case blanche f7 · Fou noir sur case noire g7 · Pion noir sur case noire b6 · Pion noir sur case noire d6 · Pion noir sur case blanche g6 · Pion noir sur case noire a5 · Cavalier noir sur case noire c5 · Pion blanc sur case blanche h5 · Pion blanc sur case blanche a4 · Cavalier noir sur case noire b4 · Pion blanc sur case blanche c4 · Cavalier blanc sur case noire d4 · Pion blanc sur case blanche e4 · Pion blanc sur case blanche g4 · Cavalier blanc sur case noire c3 · Fou blanc sur case noire e3 · Pion blanc sur case noire b2 · Fou blanc sur case blanche e2 · Tour blanche sur case noire a1 · Dame blanche sur case blanche d1 · Roi blanc sur case noire e1 · Tour blanche sur case blanche h1 | 4 |
| 3 | Tour noire sur case blanche a8 · Fou noir sur case blanche c8 · Dame noire sur case noire d8 · Tour noire sur case noire f8 · Roi noir sur case blanche g8 · Pion noir sur case noire e7 · Pion noir sur case blanche f7 · Fou noir sur case noire g7 · Pion noir sur case noire b6 · Pion noir sur case noire d6 · Pion noir sur case blanche g6 · Pion noir sur case noire a5 · Cavalier noir sur case noire c5 · Pion blanc sur case blanche h5 · Pion blanc sur case blanche a4 · Cavalier noir sur case noire b4 · Pion blanc sur case blanche c4 · Cavalier blanc sur case noire d4 · Pion blanc sur case blanche e4 · Pion blanc sur case blanche g4 · Cavalier blanc sur case noire c3 · Fou blanc sur case noire e3 · Pion blanc sur case noire b2 · Fou blanc sur case blanche e2 · Tour blanche sur case noire a1 · Dame blanche sur case blanche d1 · Roi blanc sur case noire e1 · Tour blanche sur case blanche h1 | Tour noire sur case blanche a8 · Fou noir sur case blanche c8 · Dame noire sur case noire d8 · Tour noire sur case noire f8 · Roi noir sur case blanche g8 · Pion noir sur case noire e7 · Pion noir sur case blanche f7 · Fou noir sur case noire g7 · Pion noir sur case noire b6 · Pion noir sur case noire d6 · Pion noir sur case blanche g6 · Pion noir sur case noire a5 · Cavalier noir sur case noire c5 · Pion blanc sur case blanche h5 · Pion blanc sur case blanche a4 · Cavalier noir sur case noire b4 · Pion blanc sur case blanche c4 · Cavalier blanc sur case noire d4 · Pion blanc sur case blanche e4 · Pion blanc sur case blanche g4 · Cavalier blanc sur case noire c3 · Fou blanc sur case noire e3 · Pion blanc sur case noire b2 · Fou blanc sur case blanche e2 · Tour blanche sur case noire a1 · Dame blanche sur case blanche d1 · Roi blanc sur case noire e1 · Tour blanche sur case blanche h1 | Tour noire sur case blanche a8 · Fou noir sur case blanche c8 · Dame noire sur case noire d8 · Tour noire sur case noire f8 · Roi noir sur case blanche g8 · Pion noir sur case noire e7 · Pion noir sur case blanche f7 · Fou noir sur case noire g7 · Pion noir sur case noire b6 · Pion noir sur case noire d6 · Pion noir sur case blanche g6 · Pion noir sur case noire a5 · Cavalier noir sur case noire c5 · Pion blanc sur case blanche h5 · Pion blanc sur case blanche a4 · Cavalier noir sur case noire b4 · Pion blanc sur case blanche c4 · Cavalier blanc sur case noire d4 · Pion blanc sur case blanche e4 · Pion blanc sur case blanche g4 · Cavalier blanc sur case noire c3 · Fou blanc sur case noire e3 · Pion blanc sur case noire b2 · Fou blanc sur case blanche e2 · Tour blanche sur case noire a1 · Dame blanche sur case blanche d1 · Roi blanc sur case noire e1 · Tour blanche sur case blanche h1 | Tour noire sur case blanche a8 · Fou noir sur case blanche c8 · Dame noire sur case noire d8 · Tour noire sur case noire f8 · Roi noir sur case blanche g8 · Pion noir sur case noire e7 · Pion noir sur case blanche f7 · Fou noir sur case noire g7 · Pion noir sur case noire b6 · Pion noir sur case noire d6 · Pion noir sur case blanche g6 · Pion noir sur case noire a5 · Cavalier noir sur case noire c5 · Pion blanc sur case blanche h5 · Pion blanc sur case blanche a4 · Cavalier noir sur case noire b4 · Pion blanc sur case blanche c4 · Cavalier blanc sur case noire d4 · Pion blanc sur case blanche e4 · Pion blanc sur case blanche g4 · Cavalier blanc sur case noire c3 · Fou blanc sur case noire e3 · Pion blanc sur case noire b2 · Fou blanc sur case blanche e2 · Tour blanche sur case noire a1 · Dame blanche sur case blanche d1 · Roi blanc sur case noire e1 · Tour blanche sur case blanche h1 | Tour noire sur case blanche a8 · Fou noir sur case blanche c8 · Dame noire sur case noire d8 · Tour noire sur case noire f8 · Roi noir sur case blanche g8 · Pion noir sur case noire e7 · Pion noir sur case blanche f7 · Fou noir sur case noire g7 · Pion noir sur case noire b6 · Pion noir sur case noire d6 · Pion noir sur case blanche g6 · Pion noir sur case noire a5 · Cavalier noir sur case noire c5 · Pion blanc sur case blanche h5 · Pion blanc sur case blanche a4 · Cavalier noir sur case noire b4 · Pion blanc sur case blanche c4 · Cavalier blanc sur case noire d4 · Pion blanc sur case blanche e4 · Pion blanc sur case blanche g4 · Cavalier blanc sur case noire c3 · Fou blanc sur case noire e3 · Pion blanc sur case noire b2 · Fou blanc sur case blanche e2 · Tour blanche sur case noire a1 · Dame blanche sur case blanche d1 · Roi blanc sur case noire e1 · Tour blanche sur case blanche h1 | Tour noire sur case blanche a8 · Fou noir sur case blanche c8 · Dame noire sur case noire d8 · Tour noire sur case noire f8 · Roi noir sur case blanche g8 · Pion noir sur case noire e7 · Pion noir sur case blanche f7 · Fou noir sur case noire g7 · Pion noir sur case noire b6 · Pion noir sur case noire d6 · Pion noir sur case blanche g6 · Pion noir sur case noire a5 · Cavalier noir sur case noire c5 · Pion blanc sur case blanche h5 · Pion blanc sur case blanche a4 · Cavalier noir sur case noire b4 · Pion blanc sur case blanche c4 · Cavalier blanc sur case noire d4 · Pion blanc sur case blanche e4 · Pion blanc sur case blanche g4 · Cavalier blanc sur case noire c3 · Fou blanc sur case noire e3 · Pion blanc sur case noire b2 · Fou blanc sur case blanche e2 · Tour blanche sur case noire a1 · Dame blanche sur case blanche d1 · Roi blanc sur case noire e1 · Tour blanche sur case blanche h1 | Tour noire sur case blanche a8 · Fou noir sur case blanche c8 · Dame noire sur case noire d8 · Tour noire sur case noire f8 · Roi noir sur case blanche g8 · Pion noir sur case noire e7 · Pion noir sur case blanche f7 · Fou noir sur case noire g7 · Pion noir sur case noire b6 · Pion noir sur case noire d6 · Pion noir sur case blanche g6 · Pion noir sur case noire a5 · Cavalier noir sur case noire c5 · Pion blanc sur case blanche h5 · Pion blanc sur case blanche a4 · Cavalier noir sur case noire b4 · Pion blanc sur case blanche c4 · Cavalier blanc sur case noire d4 · Pion blanc sur case blanche e4 · Pion blanc sur case blanche g4 · Cavalier blanc sur case noire c3 · Fou blanc sur case noire e3 · Pion blanc sur case noire b2 · Fou blanc sur case blanche e2 · Tour blanche sur case noire a1 · Dame blanche sur case blanche d1 · Roi blanc sur case noire e1 · Tour blanche sur case blanche h1 | Tour noire sur case blanche a8 · Fou noir sur case blanche c8 · Dame noire sur case noire d8 · Tour noire sur case noire f8 · Roi noir sur case blanche g8 · Pion noir sur case noire e7 · Pion noir sur case blanche f7 · Fou noir sur case noire g7 · Pion noir sur case noire b6 · Pion noir sur case noire d6 · Pion noir sur case blanche g6 · Pion noir sur case noire a5 · Cavalier noir sur case noire c5 · Pion blanc sur case blanche h5 · Pion blanc sur case blanche a4 · Cavalier noir sur case noire b4 · Pion blanc sur case blanche c4 · Cavalier blanc sur case noire d4 · Pion blanc sur case blanche e4 · Pion blanc sur case blanche g4 · Cavalier blanc sur case noire c3 · Fou blanc sur case noire e3 · Pion blanc sur case noire b2 · Fou blanc sur case blanche e2 · Tour blanche sur case noire a1 · Dame blanche sur case blanche d1 · Roi blanc sur case noire e1 · Tour blanche sur case blanche h1 | 3 |
| 2 | Tour noire sur case blanche a8 · Fou noir sur case blanche c8 · Dame noire sur case noire d8 · Tour noire sur case noire f8 · Roi noir sur case blanche g8 · Pion noir sur case noire e7 · Pion noir sur case blanche f7 · Fou noir sur case noire g7 · Pion noir sur case noire b6 · Pion noir sur case noire d6 · Pion noir sur case blanche g6 · Pion noir sur case noire a5 · Cavalier noir sur case noire c5 · Pion blanc sur case blanche h5 · Pion blanc sur case blanche a4 · Cavalier noir sur case noire b4 · Pion blanc sur case blanche c4 · Cavalier blanc sur case noire d4 · Pion blanc sur case blanche e4 · Pion blanc sur case blanche g4 · Cavalier blanc sur case noire c3 · Fou blanc sur case noire e3 · Pion blanc sur case noire b2 · Fou blanc sur case blanche e2 · Tour blanche sur case noire a1 · Dame blanche sur case blanche d1 · Roi blanc sur case noire e1 · Tour blanche sur case blanche h1 | Tour noire sur case blanche a8 · Fou noir sur case blanche c8 · Dame noire sur case noire d8 · Tour noire sur case noire f8 · Roi noir sur case blanche g8 · Pion noir sur case noire e7 · Pion noir sur case blanche f7 · Fou noir sur case noire g7 · Pion noir sur case noire b6 · Pion noir sur case noire d6 · Pion noir sur case blanche g6 · Pion noir sur case noire a5 · Cavalier noir sur case noire c5 · Pion blanc sur case blanche h5 · Pion blanc sur case blanche a4 · Cavalier noir sur case noire b4 · Pion blanc sur case blanche c4 · Cavalier blanc sur case noire d4 · Pion blanc sur case blanche e4 · Pion blanc sur case blanche g4 · Cavalier blanc sur case noire c3 · Fou blanc sur case noire e3 · Pion blanc sur case noire b2 · Fou blanc sur case blanche e2 · Tour blanche sur case noire a1 · Dame blanche sur case blanche d1 · Roi blanc sur case noire e1 · Tour blanche sur case blanche h1 | Tour noire sur case blanche a8 · Fou noir sur case blanche c8 · Dame noire sur case noire d8 · Tour noire sur case noire f8 · Roi noir sur case blanche g8 · Pion noir sur case noire e7 · Pion noir sur case blanche f7 · Fou noir sur case noire g7 · Pion noir sur case noire b6 · Pion noir sur case noire d6 · Pion noir sur case blanche g6 · Pion noir sur case noire a5 · Cavalier noir sur case noire c5 · Pion blanc sur case blanche h5 · Pion blanc sur case blanche a4 · Cavalier noir sur case noire b4 · Pion blanc sur case blanche c4 · Cavalier blanc sur case noire d4 · Pion blanc sur case blanche e4 · Pion blanc sur case blanche g4 · Cavalier blanc sur case noire c3 · Fou blanc sur case noire e3 · Pion blanc sur case noire b2 · Fou blanc sur case blanche e2 · Tour blanche sur case noire a1 · Dame blanche sur case blanche d1 · Roi blanc sur case noire e1 · Tour blanche sur case blanche h1 | Tour noire sur case blanche a8 · Fou noir sur case blanche c8 · Dame noire sur case noire d8 · Tour noire sur case noire f8 · Roi noir sur case blanche g8 · Pion noir sur case noire e7 · Pion noir sur case blanche f7 · Fou noir sur case noire g7 · Pion noir sur case noire b6 · Pion noir sur case noire d6 · Pion noir sur case blanche g6 · Pion noir sur case noire a5 · Cavalier noir sur case noire c5 · Pion blanc sur case blanche h5 · Pion blanc sur case blanche a4 · Cavalier noir sur case noire b4 · Pion blanc sur case blanche c4 · Cavalier blanc sur case noire d4 · Pion blanc sur case blanche e4 · Pion blanc sur case blanche g4 · Cavalier blanc sur case noire c3 · Fou blanc sur case noire e3 · Pion blanc sur case noire b2 · Fou blanc sur case blanche e2 · Tour blanche sur case noire a1 · Dame blanche sur case blanche d1 · Roi blanc sur case noire e1 · Tour blanche sur case blanche h1 | Tour noire sur case blanche a8 · Fou noir sur case blanche c8 · Dame noire sur case noire d8 · Tour noire sur case noire f8 · Roi noir sur case blanche g8 · Pion noir sur case noire e7 · Pion noir sur case blanche f7 · Fou noir sur case noire g7 · Pion noir sur case noire b6 · Pion noir sur case noire d6 · Pion noir sur case blanche g6 · Pion noir sur case noire a5 · Cavalier noir sur case noire c5 · Pion blanc sur case blanche h5 · Pion blanc sur case blanche a4 · Cavalier noir sur case noire b4 · Pion blanc sur case blanche c4 · Cavalier blanc sur case noire d4 · Pion blanc sur case blanche e4 · Pion blanc sur case blanche g4 · Cavalier blanc sur case noire c3 · Fou blanc sur case noire e3 · Pion blanc sur case noire b2 · Fou blanc sur case blanche e2 · Tour blanche sur case noire a1 · Dame blanche sur case blanche d1 · Roi blanc sur case noire e1 · Tour blanche sur case blanche h1 | Tour noire sur case blanche a8 · Fou noir sur case blanche c8 · Dame noire sur case noire d8 · Tour noire sur case noire f8 · Roi noir sur case blanche g8 · Pion noir sur case noire e7 · Pion noir sur case blanche f7 · Fou noir sur case noire g7 · Pion noir sur case noire b6 · Pion noir sur case noire d6 · Pion noir sur case blanche g6 · Pion noir sur case noire a5 · Cavalier noir sur case noire c5 · Pion blanc sur case blanche h5 · Pion blanc sur case blanche a4 · Cavalier noir sur case noire b4 · Pion blanc sur case blanche c4 · Cavalier blanc sur case noire d4 · Pion blanc sur case blanche e4 · Pion blanc sur case blanche g4 · Cavalier blanc sur case noire c3 · Fou blanc sur case noire e3 · Pion blanc sur case noire b2 · Fou blanc sur case blanche e2 · Tour blanche sur case noire a1 · Dame blanche sur case blanche d1 · Roi blanc sur case noire e1 · Tour blanche sur case blanche h1 | Tour noire sur case blanche a8 · Fou noir sur case blanche c8 · Dame noire sur case noire d8 · Tour noire sur case noire f8 · Roi noir sur case blanche g8 · Pion noir sur case noire e7 · Pion noir sur case blanche f7 · Fou noir sur case noire g7 · Pion noir sur case noire b6 · Pion noir sur case noire d6 · Pion noir sur case blanche g6 · Pion noir sur case noire a5 · Cavalier noir sur case noire c5 · Pion blanc sur case blanche h5 · Pion blanc sur case blanche a4 · Cavalier noir sur case noire b4 · Pion blanc sur case blanche c4 · Cavalier blanc sur case noire d4 · Pion blanc sur case blanche e4 · Pion blanc sur case blanche g4 · Cavalier blanc sur case noire c3 · Fou blanc sur case noire e3 · Pion blanc sur case noire b2 · Fou blanc sur case blanche e2 · Tour blanche sur case noire a1 · Dame blanche sur case blanche d1 · Roi blanc sur case noire e1 · Tour blanche sur case blanche h1 | Tour noire sur case blanche a8 · Fou noir sur case blanche c8 · Dame noire sur case noire d8 · Tour noire sur case noire f8 · Roi noir sur case blanche g8 · Pion noir sur case noire e7 · Pion noir sur case blanche f7 · Fou noir sur case noire g7 · Pion noir sur case noire b6 · Pion noir sur case noire d6 · Pion noir sur case blanche g6 · Pion noir sur case noire a5 · Cavalier noir sur case noire c5 · Pion blanc sur case blanche h5 · Pion blanc sur case blanche a4 · Cavalier noir sur case noire b4 · Pion blanc sur case blanche c4 · Cavalier blanc sur case noire d4 · Pion blanc sur case blanche e4 · Pion blanc sur case blanche g4 · Cavalier blanc sur case noire c3 · Fou blanc sur case noire e3 · Pion blanc sur case noire b2 · Fou blanc sur case blanche e2 · Tour blanche sur case noire a1 · Dame blanche sur case blanche d1 · Roi blanc sur case noire e1 · Tour blanche sur case blanche h1 | 2 |
| 1 | Tour noire sur case blanche a8 · Fou noir sur case blanche c8 · Dame noire sur case noire d8 · Tour noire sur case noire f8 · Roi noir sur case blanche g8 · Pion noir sur case noire e7 · Pion noir sur case blanche f7 · Fou noir sur case noire g7 · Pion noir sur case noire b6 · Pion noir sur case noire d6 · Pion noir sur case blanche g6 · Pion noir sur case noire a5 · Cavalier noir sur case noire c5 · Pion blanc sur case blanche h5 · Pion blanc sur case blanche a4 · Cavalier noir sur case noire b4 · Pion blanc sur case blanche c4 · Cavalier blanc sur case noire d4 · Pion blanc sur case blanche e4 · Pion blanc sur case blanche g4 · Cavalier blanc sur case noire c3 · Fou blanc sur case noire e3 · Pion blanc sur case noire b2 · Fou blanc sur case blanche e2 · Tour blanche sur case noire a1 · Dame blanche sur case blanche d1 · Roi blanc sur case noire e1 · Tour blanche sur case blanche h1 | Tour noire sur case blanche a8 · Fou noir sur case blanche c8 · Dame noire sur case noire d8 · Tour noire sur case noire f8 · Roi noir sur case blanche g8 · Pion noir sur case noire e7 · Pion noir sur case blanche f7 · Fou noir sur case noire g7 · Pion noir sur case noire b6 · Pion noir sur case noire d6 · Pion noir sur case blanche g6 · Pion noir sur case noire a5 · Cavalier noir sur case noire c5 · Pion blanc sur case blanche h5 · Pion blanc sur case blanche a4 · Cavalier noir sur case noire b4 · Pion blanc sur case blanche c4 · Cavalier blanc sur case noire d4 · Pion blanc sur case blanche e4 · Pion blanc sur case blanche g4 · Cavalier blanc sur case noire c3 · Fou blanc sur case noire e3 · Pion blanc sur case noire b2 · Fou blanc sur case blanche e2 · Tour blanche sur case noire a1 · Dame blanche sur case blanche d1 · Roi blanc sur case noire e1 · Tour blanche sur case blanche h1 | Tour noire sur case blanche a8 · Fou noir sur case blanche c8 · Dame noire sur case noire d8 · Tour noire sur case noire f8 · Roi noir sur case blanche g8 · Pion noir sur case noire e7 · Pion noir sur case blanche f7 · Fou noir sur case noire g7 · Pion noir sur case noire b6 · Pion noir sur case noire d6 · Pion noir sur case blanche g6 · Pion noir sur case noire a5 · Cavalier noir sur case noire c5 · Pion blanc sur case blanche h5 · Pion blanc sur case blanche a4 · Cavalier noir sur case noire b4 · Pion blanc sur case blanche c4 · Cavalier blanc sur case noire d4 · Pion blanc sur case blanche e4 · Pion blanc sur case blanche g4 · Cavalier blanc sur case noire c3 · Fou blanc sur case noire e3 · Pion blanc sur case noire b2 · Fou blanc sur case blanche e2 · Tour blanche sur case noire a1 · Dame blanche sur case blanche d1 · Roi blanc sur case noire e1 · Tour blanche sur case blanche h1 | Tour noire sur case blanche a8 · Fou noir sur case blanche c8 · Dame noire sur case noire d8 · Tour noire sur case noire f8 · Roi noir sur case blanche g8 · Pion noir sur case noire e7 · Pion noir sur case blanche f7 · Fou noir sur case noire g7 · Pion noir sur case noire b6 · Pion noir sur case noire d6 · Pion noir sur case blanche g6 · Pion noir sur case noire a5 · Cavalier noir sur case noire c5 · Pion blanc sur case blanche h5 · Pion blanc sur case blanche a4 · Cavalier noir sur case noire b4 · Pion blanc sur case blanche c4 · Cavalier blanc sur case noire d4 · Pion blanc sur case blanche e4 · Pion blanc sur case blanche g4 · Cavalier blanc sur case noire c3 · Fou blanc sur case noire e3 · Pion blanc sur case noire b2 · Fou blanc sur case blanche e2 · Tour blanche sur case noire a1 · Dame blanche sur case blanche d1 · Roi blanc sur case noire e1 · Tour blanche sur case blanche h1 | Tour noire sur case blanche a8 · Fou noir sur case blanche c8 · Dame noire sur case noire d8 · Tour noire sur case noire f8 · Roi noir sur case blanche g8 · Pion noir sur case noire e7 · Pion noir sur case blanche f7 · Fou noir sur case noire g7 · Pion noir sur case noire b6 · Pion noir sur case noire d6 · Pion noir sur case blanche g6 · Pion noir sur case noire a5 · Cavalier noir sur case noire c5 · Pion blanc sur case blanche h5 · Pion blanc sur case blanche a4 · Cavalier noir sur case noire b4 · Pion blanc sur case blanche c4 · Cavalier blanc sur case noire d4 · Pion blanc sur case blanche e4 · Pion blanc sur case blanche g4 · Cavalier blanc sur case noire c3 · Fou blanc sur case noire e3 · Pion blanc sur case noire b2 · Fou blanc sur case blanche e2 · Tour blanche sur case noire a1 · Dame blanche sur case blanche d1 · Roi blanc sur case noire e1 · Tour blanche sur case blanche h1 | Tour noire sur case blanche a8 · Fou noir sur case blanche c8 · Dame noire sur case noire d8 · Tour noire sur case noire f8 · Roi noir sur case blanche g8 · Pion noir sur case noire e7 · Pion noir sur case blanche f7 · Fou noir sur case noire g7 · Pion noir sur case noire b6 · Pion noir sur case noire d6 · Pion noir sur case blanche g6 · Pion noir sur case noire a5 · Cavalier noir sur case noire c5 · Pion blanc sur case blanche h5 · Pion blanc sur case blanche a4 · Cavalier noir sur case noire b4 · Pion blanc sur case blanche c4 · Cavalier blanc sur case noire d4 · Pion blanc sur case blanche e4 · Pion blanc sur case blanche g4 · Cavalier blanc sur case noire c3 · Fou blanc sur case noire e3 · Pion blanc sur case noire b2 · Fou blanc sur case blanche e2 · Tour blanche sur case noire a1 · Dame blanche sur case blanche d1 · Roi blanc sur case noire e1 · Tour blanche sur case blanche h1 | Tour noire sur case blanche a8 · Fou noir sur case blanche c8 · Dame noire sur case noire d8 · Tour noire sur case noire f8 · Roi noir sur case blanche g8 · Pion noir sur case noire e7 · Pion noir sur case blanche f7 · Fou noir sur case noire g7 · Pion noir sur case noire b6 · Pion noir sur case noire d6 · Pion noir sur case blanche g6 · Pion noir sur case noire a5 · Cavalier noir sur case noire c5 · Pion blanc sur case blanche h5 · Pion blanc sur case blanche a4 · Cavalier noir sur case noire b4 · Pion blanc sur case blanche c4 · Cavalier blanc sur case noire d4 · Pion blanc sur case blanche e4 · Pion blanc sur case blanche g4 · Cavalier blanc sur case noire c3 · Fou blanc sur case noire e3 · Pion blanc sur case noire b2 · Fou blanc sur case blanche e2 · Tour blanche sur case noire a1 · Dame blanche sur case blanche d1 · Roi blanc sur case noire e1 · Tour blanche sur case blanche h1 | Tour noire sur case blanche a8 · Fou noir sur case blanche c8 · Dame noire sur case noire d8 · Tour noire sur case noire f8 · Roi noir sur case blanche g8 · Pion noir sur case noire e7 · Pion noir sur case blanche f7 · Fou noir sur case noire g7 · Pion noir sur case noire b6 · Pion noir sur case noire d6 · Pion noir sur case blanche g6 · Pion noir sur case noire a5 · Cavalier noir sur case noire c5 · Pion blanc sur case blanche h5 · Pion blanc sur case blanche a4 · Cavalier noir sur case noire b4 · Pion blanc sur case blanche c4 · Cavalier blanc sur case noire d4 · Pion blanc sur case blanche e4 · Pion blanc sur case blanche g4 · Cavalier blanc sur case noire c3 · Fou blanc sur case noire e3 · Pion blanc sur case noire b2 · Fou blanc sur case blanche e2 · Tour blanche sur case noire a1 · Dame blanche sur case blanche d1 · Roi blanc sur case noire e1 · Tour blanche sur case blanche h1 | 1 |
|   | a | b | c | d | e | f | g | h |   |

5 novembre. Après 13.g4? (13.Dd2!?) hxg4! 14.fxg4 c5 15.h5 cxd4 16.Cd4 Cc5! Fischer avait l'avantage (Krnić). 
Spassky–Fischer, partie 30 ; Défense est-indienne, Variante Sämisch Panno (ECO E83) 

1.d4 Cf6 2.c4 g6 3.Cc3 Fg7 4.e4 d6 5.f3 0-0 6.Fe3 Cc6 7.Cge2 a6 8.h4 h5 9.Cc1 Cd7 10.Cb3 a5 11.a4 Cb4 12.Fe2 b6 13.g4 hxg4 14.fxg4 c5 15.h5 cxd4 16.Cxd4 Cc5 (diagramme) 17.Cd5 Fb7 18.Cf5 gxf5 19.gxf5 Fxd5 20.exd5 Fxb2 21.Rf1 Dd7 22.Db1 Fxa1 23.Tg1+ Rh8 24.Dxa1+ f6 25.Db1 Tg8 26.Tg6 Txg6 27.hxg6 Rg7 0–1